# 豊田市
豊田市（とよたし）は、愛知県の三河地方に位置する市。中核市・中枢中核都市・環境モデル都市・SDGs未来都市に指定されている。自動車メーカーであるトヨタ自動車の企業城下町であり、市名は同社に因む。1958年（昭和33年）までの市名は挙母市（ころもし）。

## 概説
日本最大の工業地域である中京工業地帯の中核的な都市であり、2019年（令和元年）の製造品出荷額は15兆3570億円で全国第1位と、日本を代表する工業都市である。1937年（昭和12年）に碧海郡刈谷町（現・刈谷市）に本社を置く豊田自動織機製作所（現・豊田自動織機）が同社の自動車部門を独立させて、当時の挙母町にトヨタ自動車工業（現・トヨタ自動車）の工場を設立したのが当市の工業化の始まりである。
人口は愛知県で名古屋市に次ぐ2位であり、面積は県内で最も広い。愛知県で最初の中核市に指定されている。隣接している岡崎市とともに西三河地区での中核都市である。昼夜間人口比率は110.5％で、流出人口より流入人口のほうが上回っている。
豊田スタジアムは国際大会などが開催される施設であり、サッカーJリーグの名古屋グランパスエイト（J1）のホームスタジアムである。また、名古屋市とともに名古屋グランパスのホームタウンとなっており、市内に名古屋グランパスの練習施設トヨタスポーツセンターがある。2019年（令和元年）に開催されたラグビーワールドカップ2019日本大会において、豊田スタジアムでも試合が行われた。
毎年7月最後の週の日曜日には豊田おいでんまつり花火大会が開催される。香嵐渓や稲武温泉、笹戸温泉、松平郷、勘八峡、足助の古い町並みなどの景勝地・保養地がある。

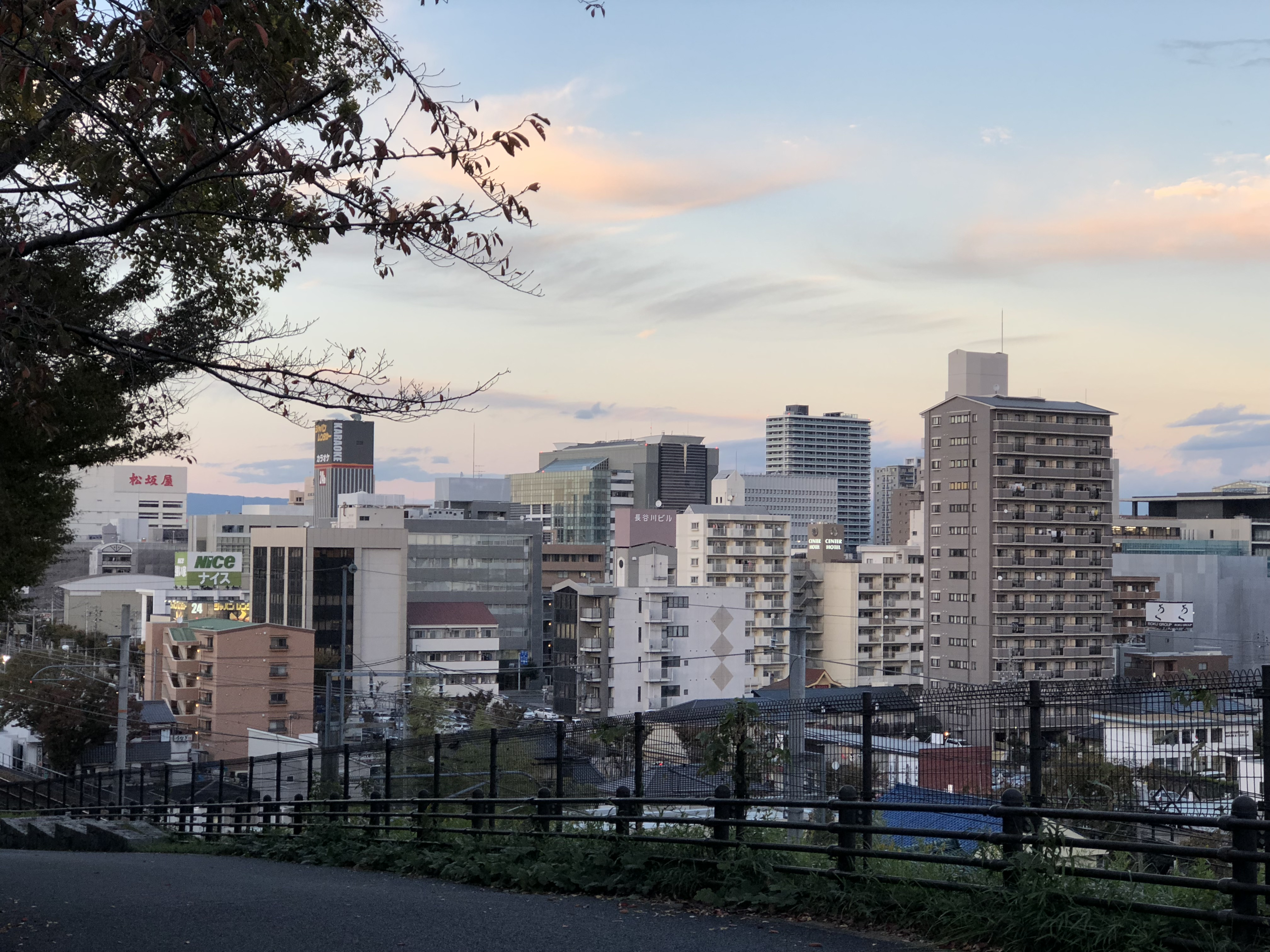
豊田市美術館から見た豊田市街
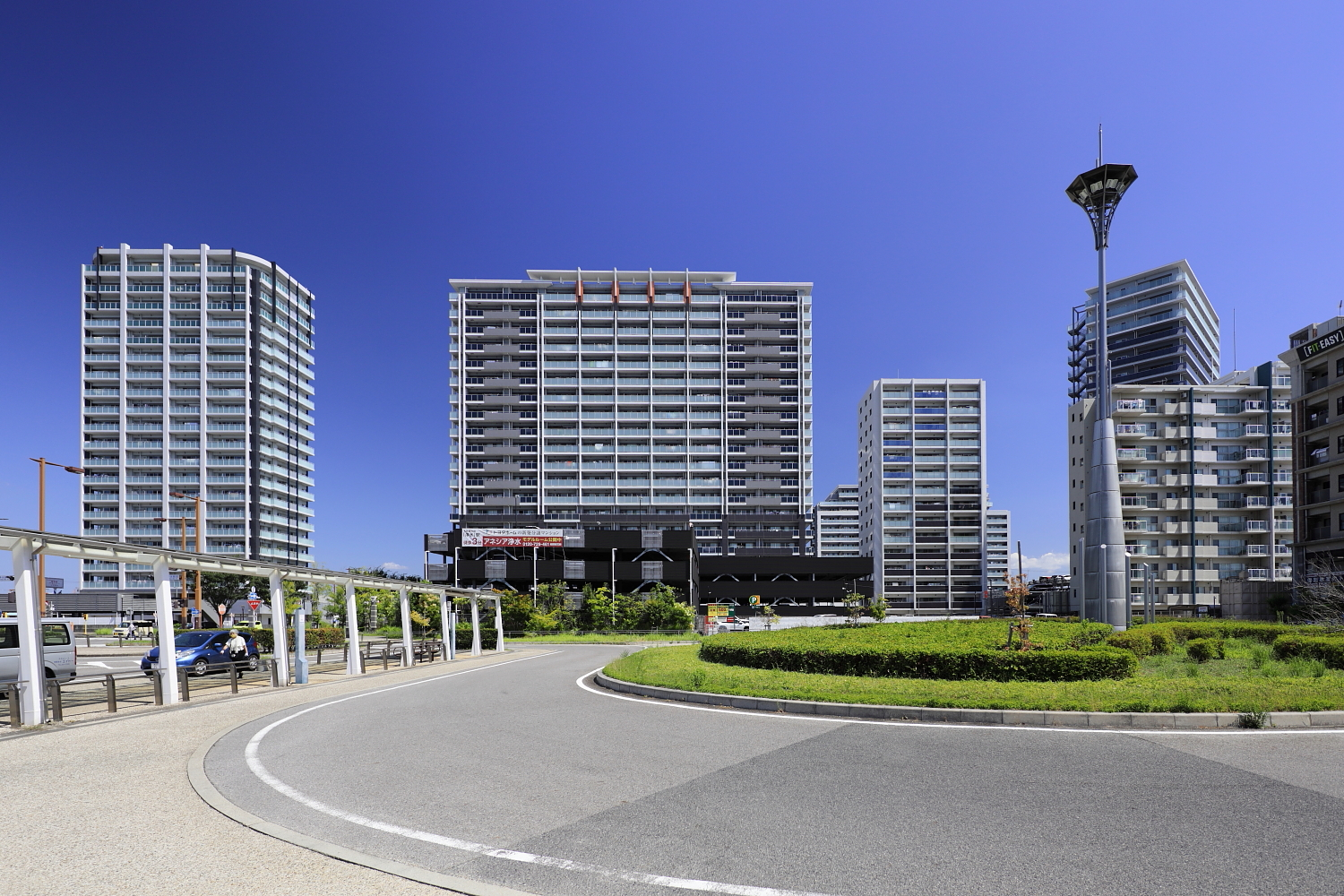
浄水駅周辺の高層マンション群
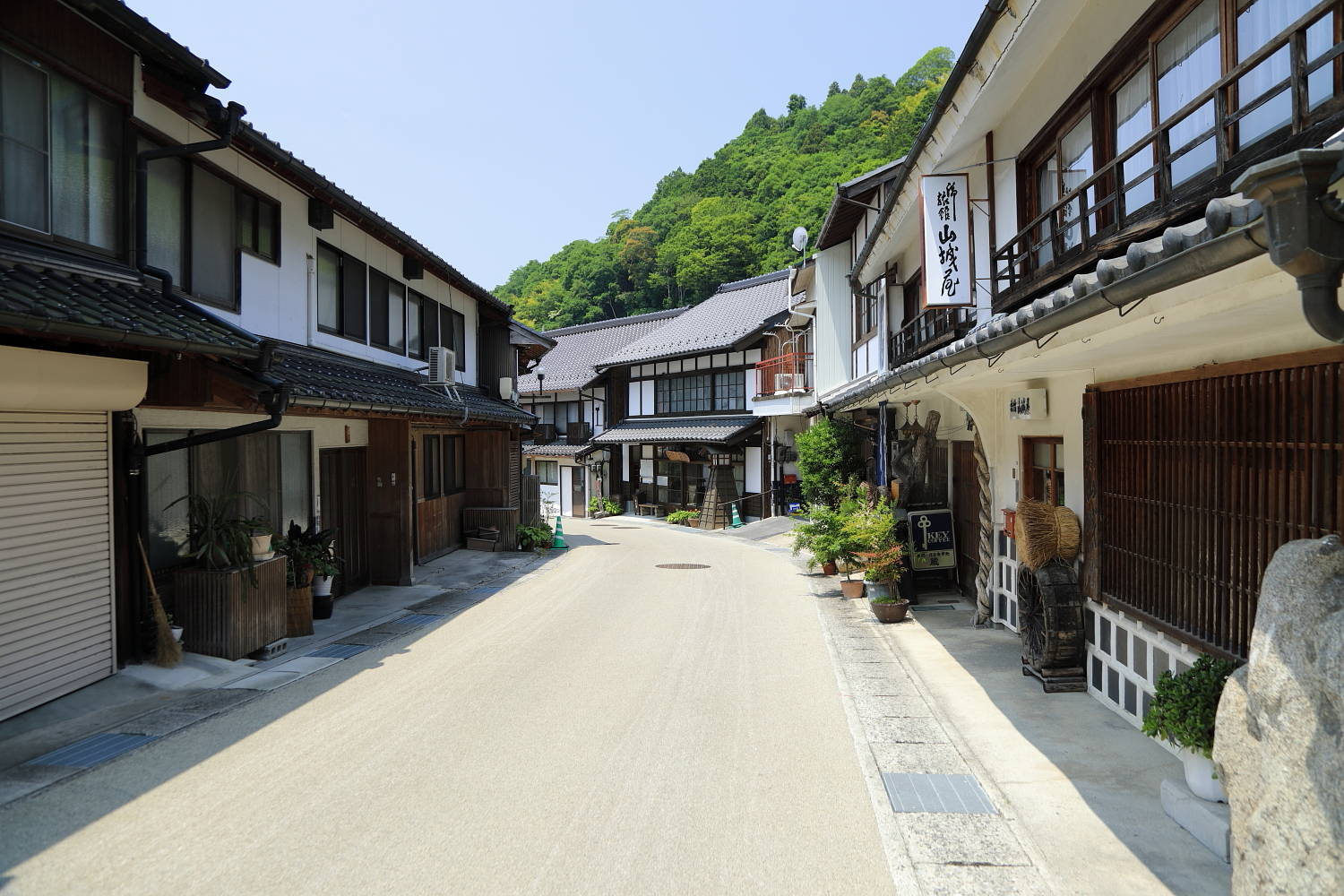
重要伝統的建造物群保存地区の足助町
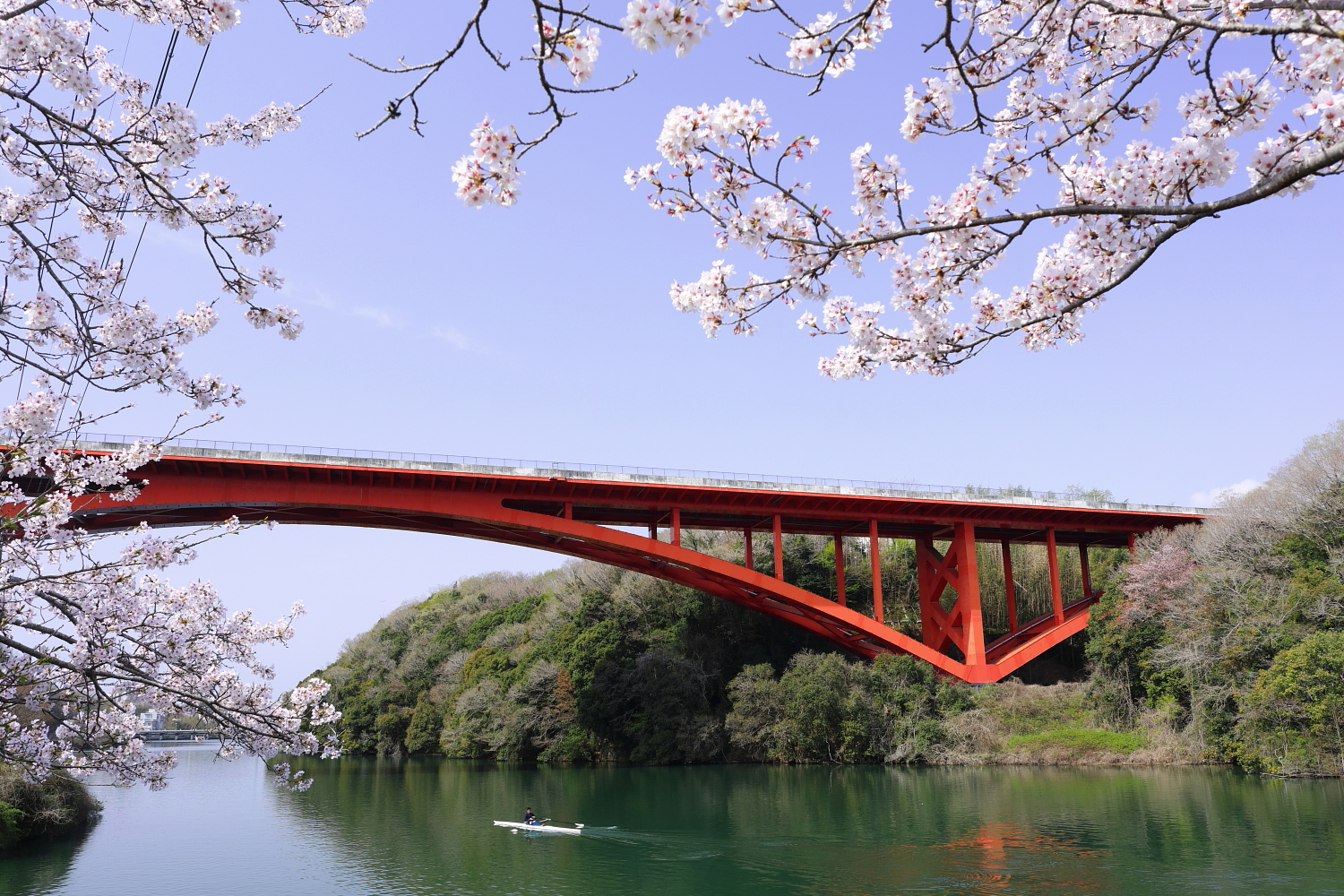
奇勝の勘八峡

### 自治体名
市名の「豊田（とよた）」は、市内に本社を置くトヨタ自動車と、同社の創業者一族の姓「豊田（とよだ）」に由来する。
1951年（昭和26年）に西加茂郡挙母町が市制を敷いた当初は、「挙母市（ころもし）」という名称であった。自動車産業が本格的に軌道に乗り始めた1958年（昭和33年）、商工会議所から市宛てに市名変更の請願書が提出された。理由は、トヨタ自動車の本社のある挙母市が全国有数の「クルマのまち」に成長した点と、地名の「挙母」が読みにくいという点であった（「挙母（ころも）」が長野県の「小諸（こもろ）」と混同されることもあった。また、市名変更前に生産されたトヨタ車の銘板にはカタカナで「愛知県コロモ市」と書かれていた）。「挙母」という地名には古代以来の歴史があり愛着を持つ市民も多く、一時は賛成と反対で市を二分するほどの論議が展開されたが、1959年1月、名称が「豊田市」に変更された。
「挙母」の地名は、市内町名の「挙母町」と「上挙母」、施設では名鉄三河線「上挙母駅」愛知環状鉄道線「新上挙母駅」「挙母城（七州城）」「挙母神社」「挙母小学校」、キユーピー挙母工場などに残っている。また市章も、挙母市時代に制定したものを現在も使用している。

## 地理

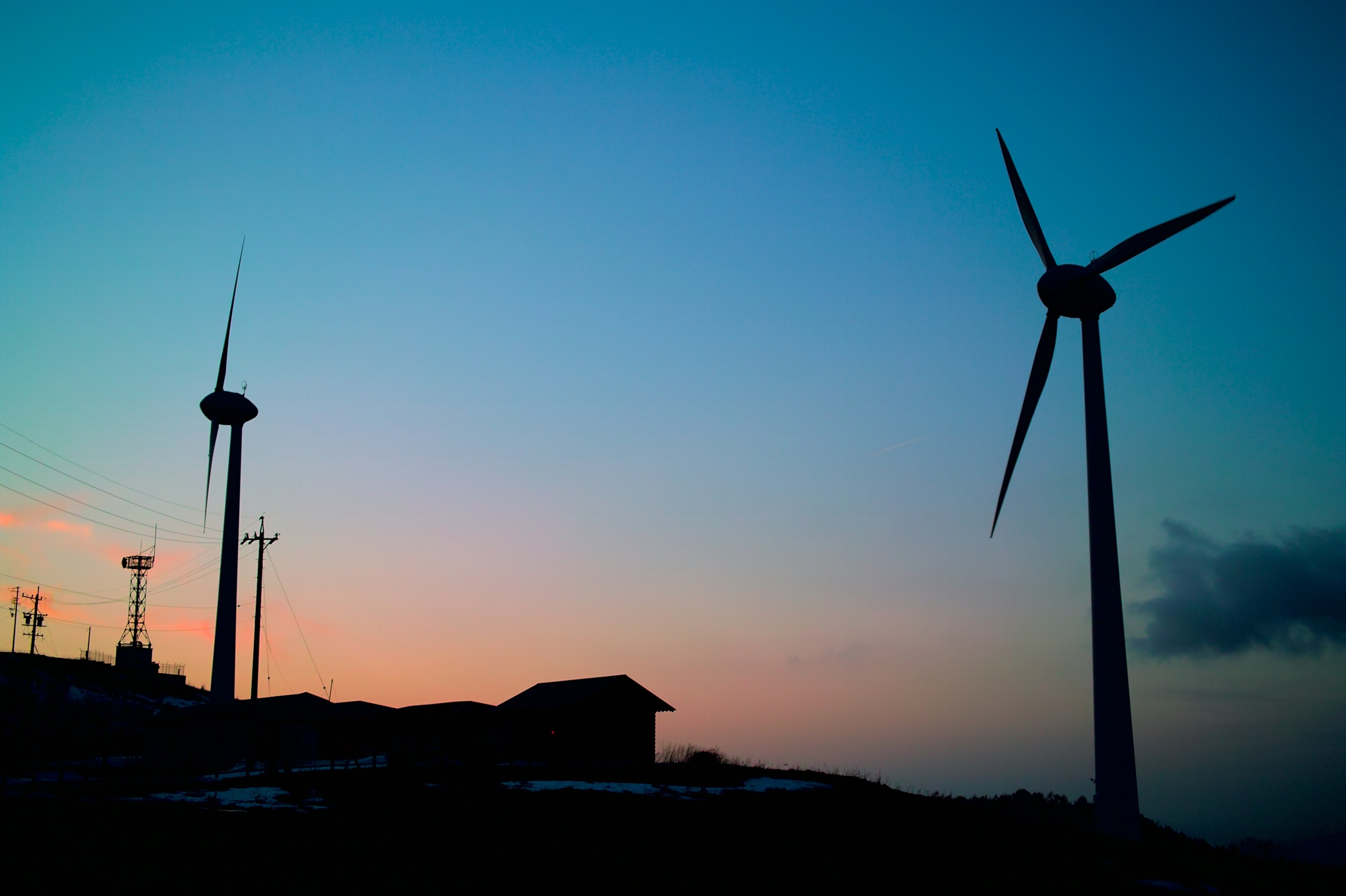
稲武町にある井山山頂

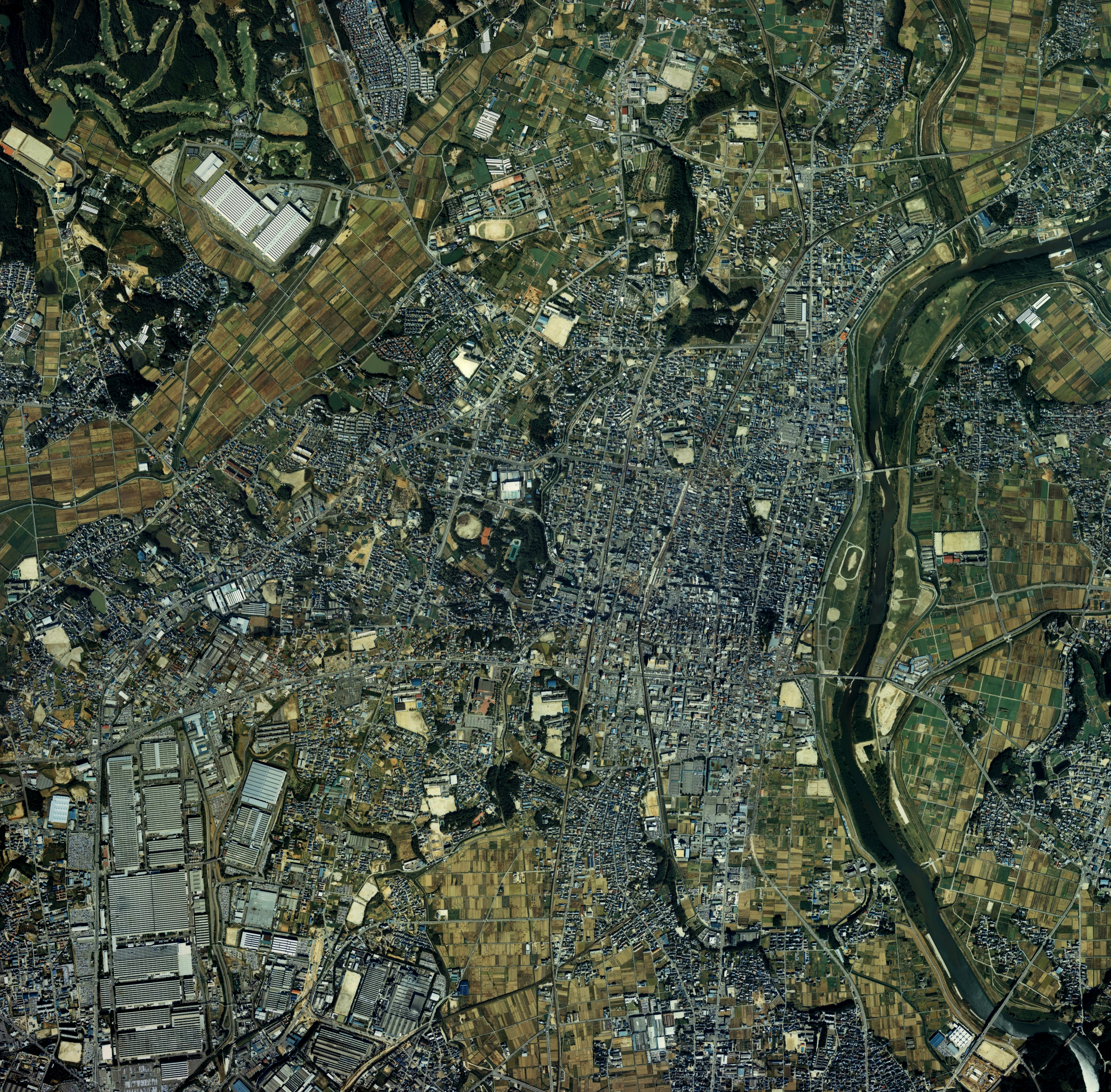
豊田市中心部周辺の空中写真。矢作川西岸に中心市街地が広がる。1987年撮影の15枚を合成作成。
。

### 地勢
市域は2005年4月1日の合併前の市町村域を基に、豊田・藤岡・小原・下山・足助・旭・稲武の7地区に区分される。旧豊田市（豊田地区）は昭和期の合併前の市町村域を基に、挙母・高橋・上郷・高岡・猿投・松平の6地区に区分される。さらに猿投地区を保見・猿投・石野の3地区に細分化することもある。
北部の猿投・藤岡・小原地区や、東部の松平・下山・足助・旭・小原地区には、猿投山・六所山・炮烙山などの山があり、これらの山間地域は中部山岳地帯の南縁をなしている。
挙母地区は、その南端にある「鵜の首」を出口とした盆地地形となっており、豊田盆地もしくは挙母盆地と呼ばれている。矢作川が狭くなる鵜の首により度々氾濫が起こり、その氾濫により盆地が形成されたが、この鵜の首の川幅を広げる工事が進められている。
南西部の上郷・高岡地区は三河平野に連なる平坦な田園地帯であり、西側はやや高く名古屋市東部の丘陵地に連なる。市内には矢作川、籠川、伊保川、巴川、逢妻女川、逢妻男川が流れる。池には鞍ヶ池、入沢池、梅倉池、貝津新池などがある。郊外には松平氏発祥の地である松平郷がある。また北部郊外には保見団地と呼ばれる集合団地があり、在日ブラジル人が多いことで全国でも有名である。2002年のFIFAワールドカップでは開催会場からは漏れたが、優勝したブラジルを祖国に持つ「日系ブラジル人が多い地区」としてテレビで紹介され有名になった。
山間部は愛知高原国定公園に含まれており、三河高原や旭高原といった緩やかな山もあれば、旧足助町・稲武町域には標高1,000mを超える山もある。
名古屋市から飯田市、その先の塩尻市へ至る飯田街道（国道153号）は、市内においては旧豊田市域から旧足助町及び旧稲武町を通る。これはかつては「塩の道」としても重要な街道であった。別名に三州街道（「3つの州」ではなく「三河の国」の意味）、伊那街道、中馬（ちゅうま）街道などがある。これによって、愛知県尾張・三河と長野県南部・中部がつながれていた。奥三河の足助宿は、塩の物流拠点として繁栄した。伊那地方では、「足助塩」「足助直（あすけなおし）」の銘柄で呼ばれた。
市内最高地は1,229.3m（旧稲武町域/面ノ木三角点）で、最低地3.2m（駒新町）と標高差が約1,200mもある。
2005年4月1日、周辺6町村（西加茂郡藤岡町・小原村、東加茂郡足助町・下山村・旭町・稲武町）を編入合併し、これにより東加茂郡は消滅し、西加茂郡も三好町のみを残し全ての市町村が豊田市となった。この合併により、名目上では人口が40万人の大台を突破し、市の面積は県内の面積の約18%を占めることになった。重工業都市だけあって、男性人口が非常に多い。ちなみに合併後、東海地方内では岐阜県高山市・静岡県浜松市・同県静岡市・岐阜県郡上市に次いで5番目の広さとなった。また、歴史的背景から下山村と稲武町は市外局番が豊田市と異なり、合併当初は｢豊田市｣という1つの行政単位に対し3つの市外局番が存在していた。これらの地域へ電話する際は豊田市内からでも市外通話扱いとなり市外局番を押す必要があった。合併から2年後の2007年4月1日、合併に伴う住所変更から2年遅れで旧下山村域と旧稲武町域の市外局番が変更され、ようやく市内他地域と統一された。
天気予報の気象予報区は、当市のうち旧松平町を除く旧東加茂郡の地域が愛知県東部（西三河北東部）である他は、愛知県西部（西三河北西部）になる。
合併時は愛・地球博の開催期間中であり、新・豊田市は万博期間中に発足したことになる。また合併された6町村も会期中に住所が変更されるという珍事が起きた。またこれらの町村は万博に旧町村名で豊田市とは別にブースを出していた為、住所が豊田市に変更されたにもかかわらず、合併後も会期終了までの約半年間、ブースの看板には消滅した旧町村名が掲げられていた。なお、合併協議会には当初、隣接する西加茂郡三好町も入っていたが、三好町は正式決定前に協議会を離脱、最終的に編入されなかった。その後、三好町は「三好市」となる計画を立てたが、先行して「三好市」となった徳島県三好市の猛反対に遭い、「みよし市」として2010年（平成22年）1月4日に市制を施行した。これにより東加茂郡消滅から遅れること約5年、遂に西加茂郡も消滅する事となった。

### 地形

#### 山岳

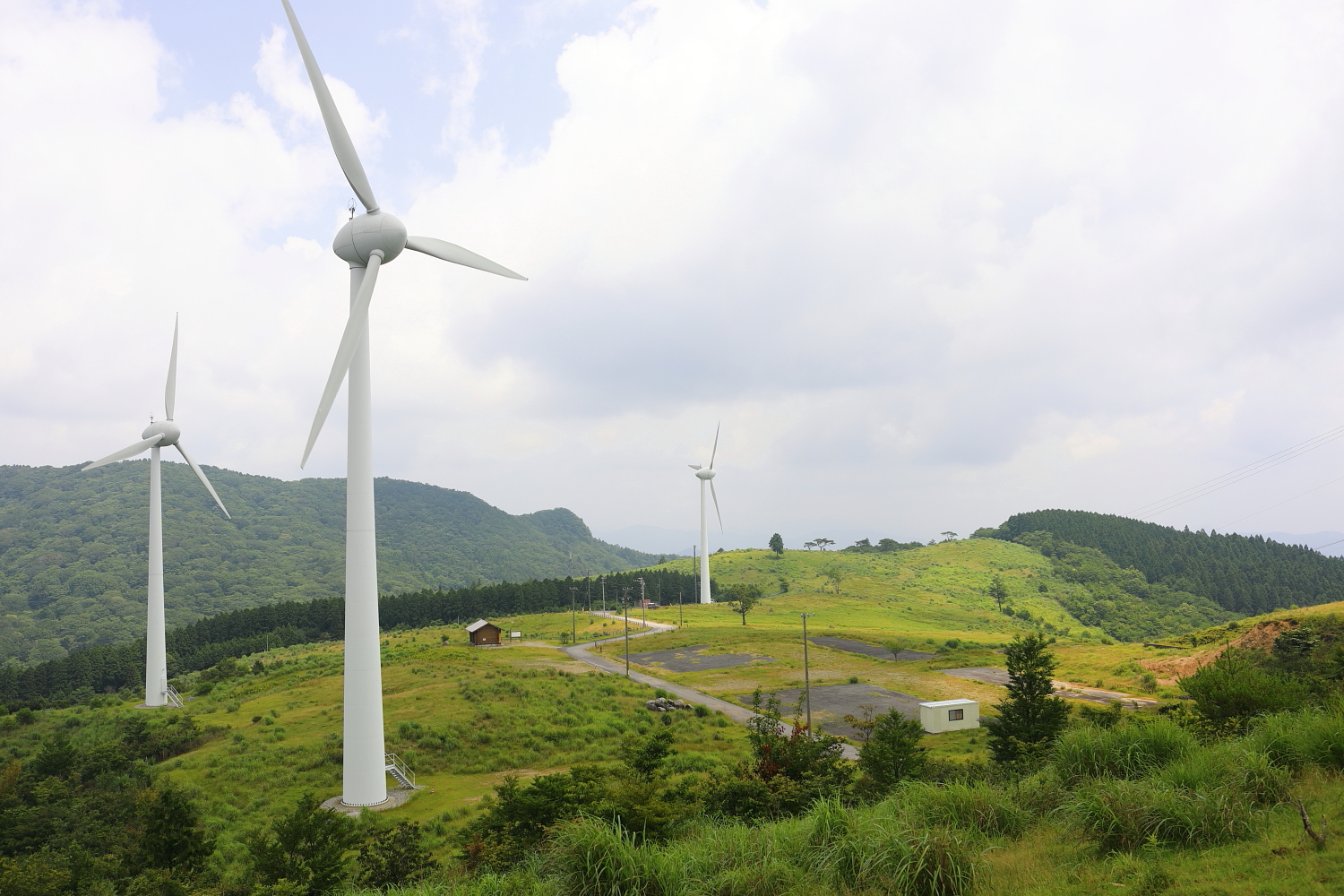
井山山頂付近 （稲武町、2019年（令和元年）8月）
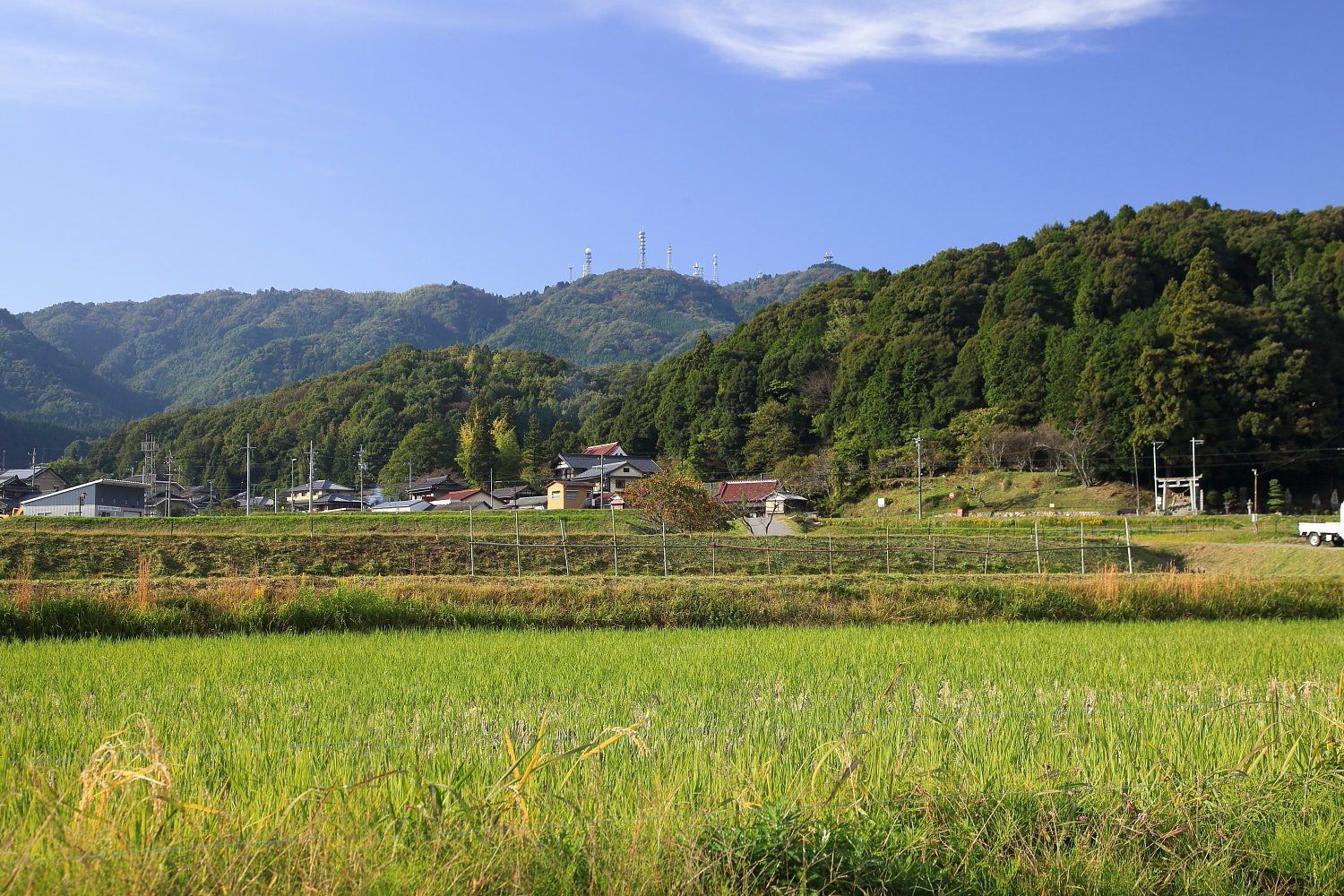
三国山遠景 （白川町、2011年（平成23年）10月）
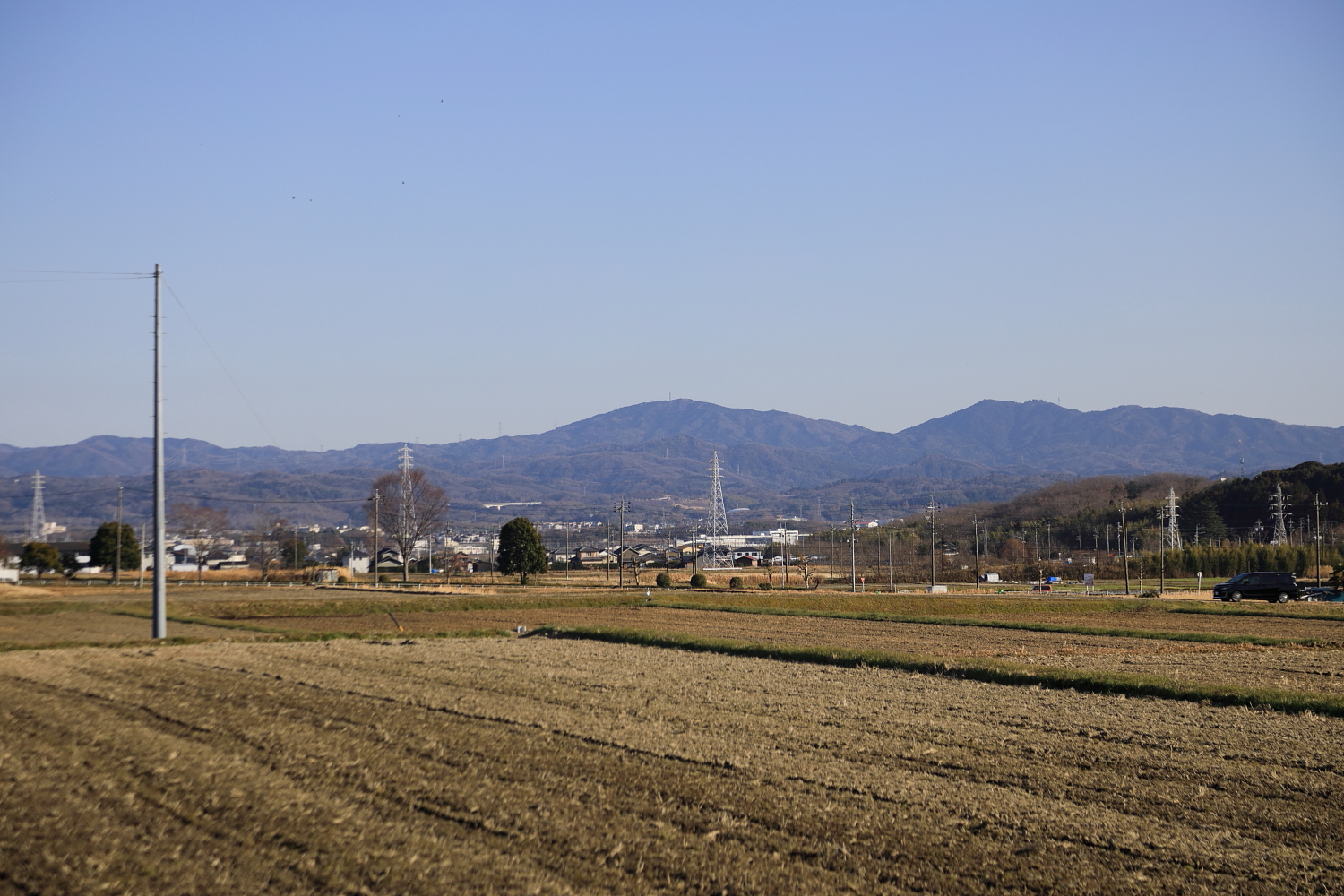
六所山（右）および炮烙山（中央）遠景 （保見町、2019年（平成31年）1月）
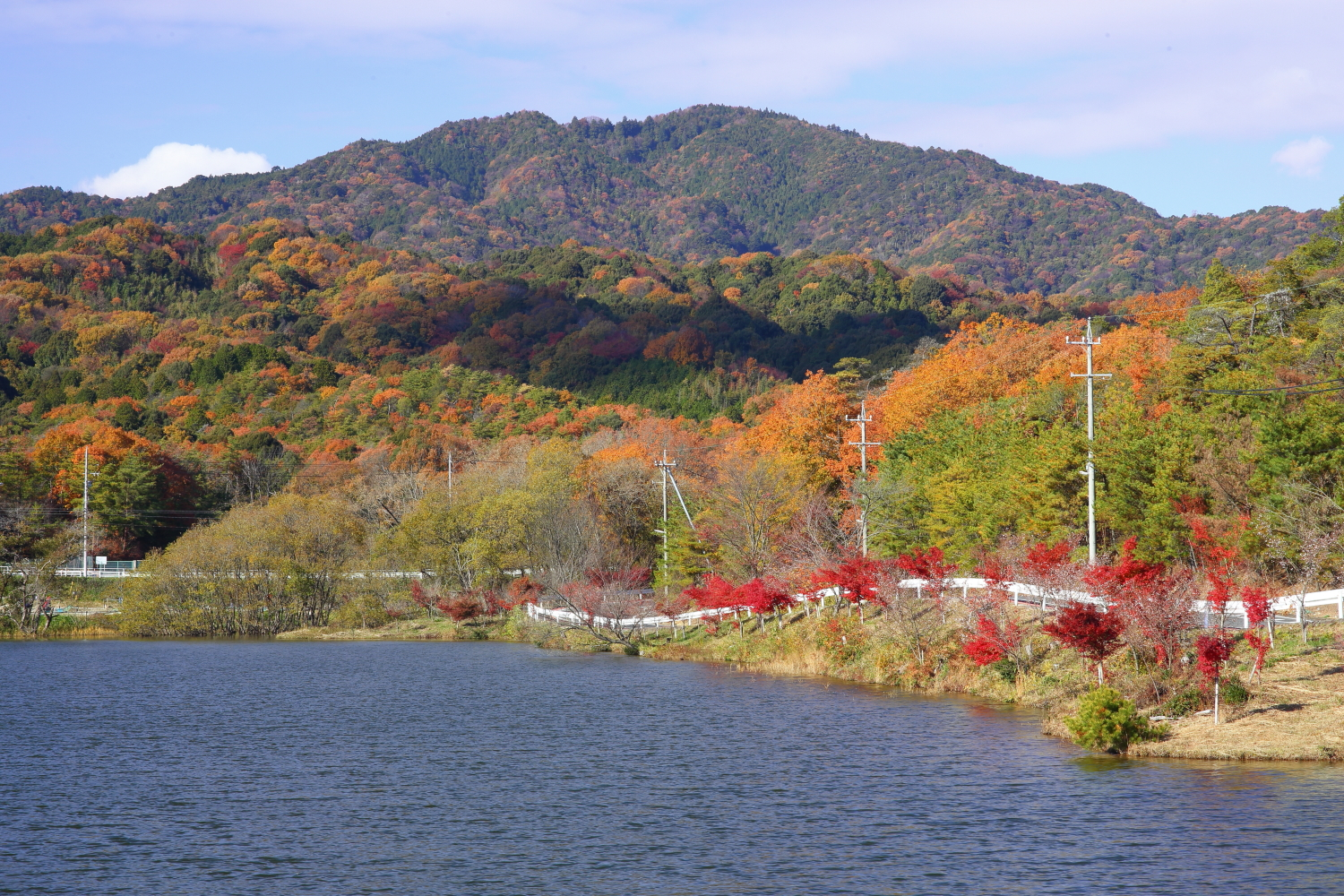
大池南岸より望む猿投山 （西中山町、2013年（平成25年）11月）
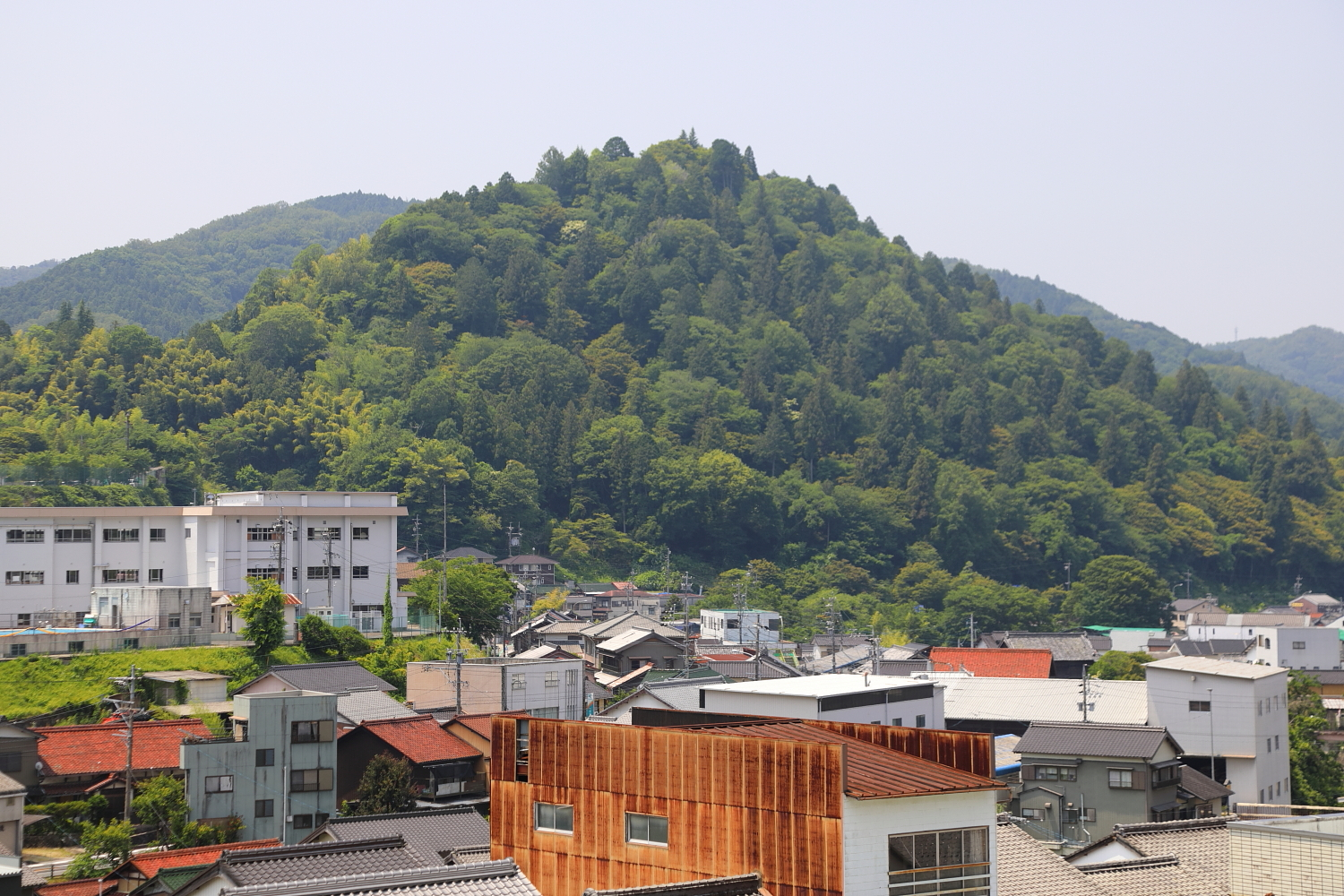
観音山広場より望む飯盛山 （足助町、2019年（令和元年）6月）
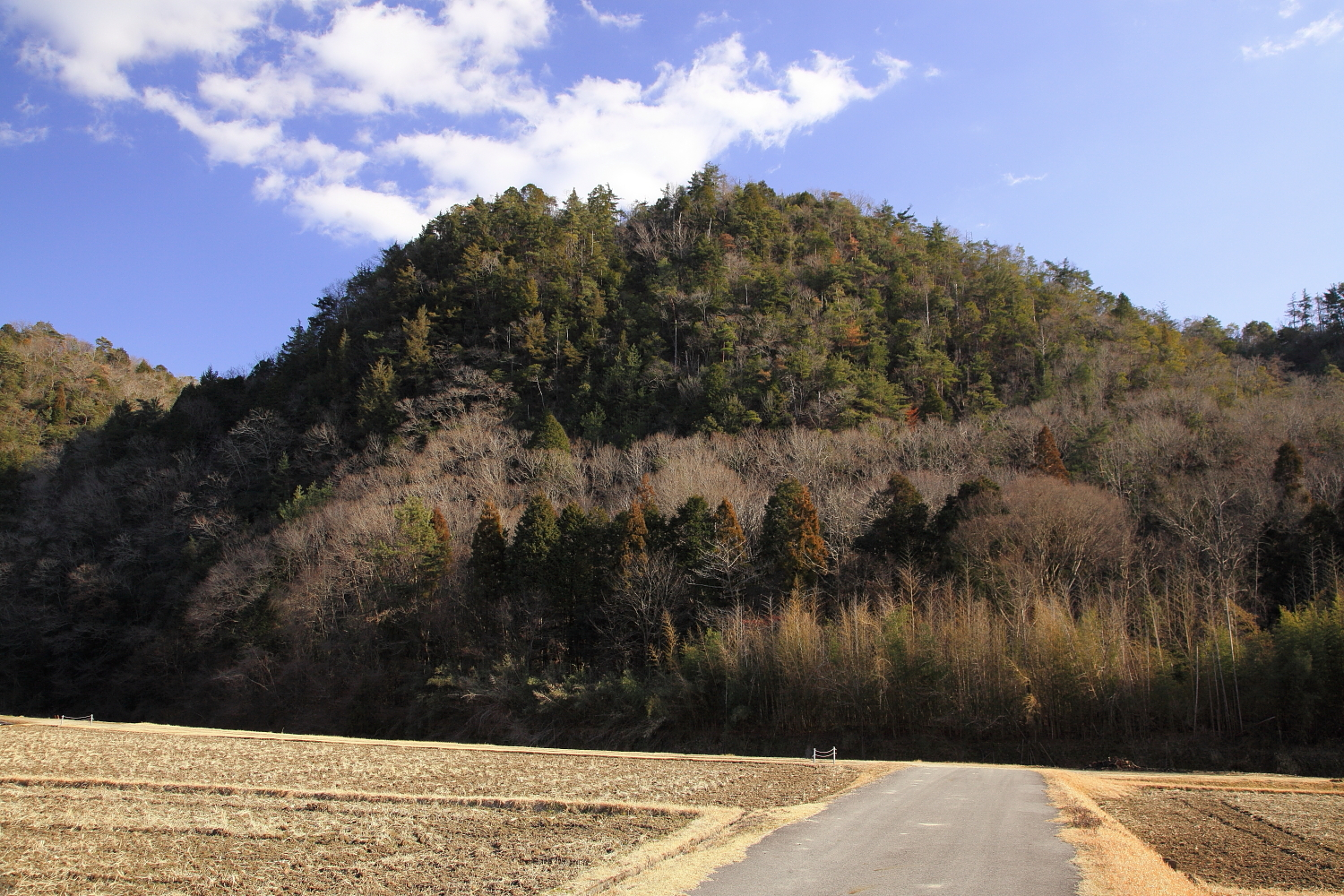
城ケ根山 （御作町、2012年（平成24年）2月
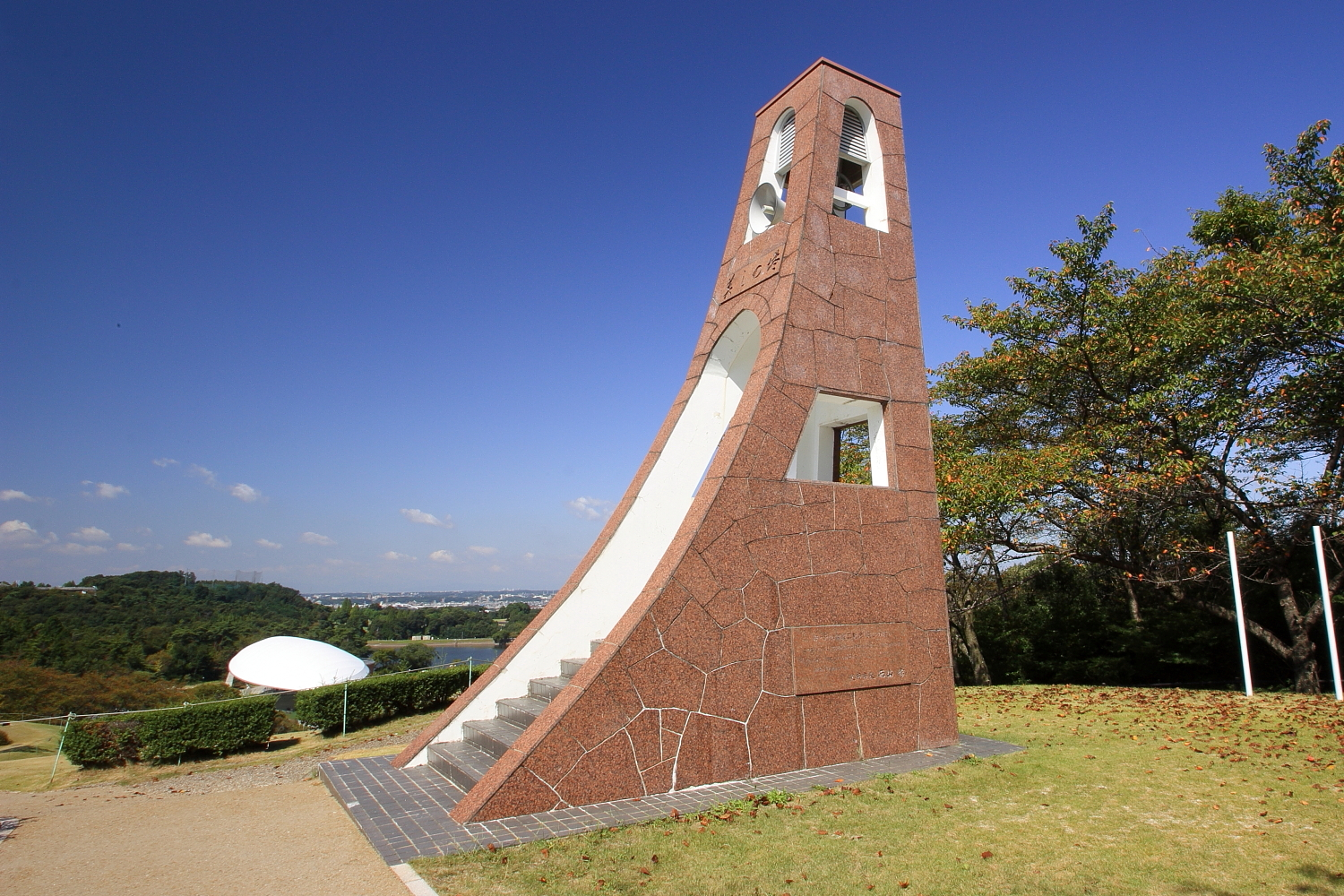
若草山山頂に建つ美しの塔 （矢並町、2009年（平成21年）9月

主な山地
| 天狗棚（てんぐだな）                       | 標高は1,240メートルで市内最高地、所在地は稲武町と北設楽郡設楽町津具の境界上（北緯35度11分24.66秒 東経137度34分51.58秒 / 北緯35.1901833度 東経137.5809944度）。                                                                                                |
| 1200高地                                   | 標高は1,229.7メートル（三等三角点「三方ノ根」）、所在地は稲武町、北設楽郡設楽町津具、長野県下伊那郡根羽村桧原の境界上（北緯35度11分55.19秒 東経137度34分42.46秒 / 北緯35.1986639度 東経137.5784611度）。                                                      |
| 井山（いやま）                             | 標高は1,195メートル、所在地は稲武町と北設楽郡設楽町西納庫の境界上（北緯35度11分7.93秒 東経137度34分8.74秒 / 北緯35.1855361度 東経137.5690944度）。 |
| 三国山（みくにやま）                       | 標高は1,162.1メートル（二等三角点「三国」）、所在地は大野瀬町、岐阜県恵那市上矢作町、長野県下伊那郡根羽村高橋の境界上（北緯35度17分21.49秒 東経137度33分40.42秒 / 北緯35.2893028度 東経137.5612278度）。 なお、二等三角点の所在地は岐阜県・長野県県境にある。 |
| 寧比曽岳（ねびそだけ）                     | 標高は1,120.7メートル（三等三角点「大多賀Ⅲ」）、所在地は大多賀町と御内町の境界上（北緯35度8分16.31秒 東経137度26分20.86秒 / 北緯35.1378639度 東経137.4391278度）。                                                                                            |
| 筈ケ岳（はずがたけ）                       | 標高は985.3メートル（三等三角点「八ツ岳」）、所在地は川面町と上八木町の境界上（北緯35度8分35.94秒 東経137度24分52.04秒 / 北緯35.1433167度 東経137.4144556度）。                                                                                               |
| 月ケ平（つきがたいら）                     | 標高は938.1メートル（三等三角点「月ヶ平」）、所在地は稲武町（北緯35度12分11.04秒 東経137度32分57.21秒 / 北緯35.2030667度 東経137.5492250度）。 |
| 城ケ山（中当城ケ山、なかとうじょうがさん） | 標高は918メートル、所在地は中当町と稲武町の境界上（北緯35度11分36.93秒 東経137度32分2.87秒 / 北緯35.1935917度 東経137.5341306度）。 |
| ハルサ峠                                   | 標高は909.7メートル（三等三角点「本洞」）、所在地は御所貝津町と武節町の境界上（北緯35度12分2.71秒 東経137度29分47.8秒 / 北緯35.2007528度 東経137.496611度）。                                                                                                 |
| 城ケ山（夏焼城ケ山、なつやけじょうがさん） | 標高は889.4メートル（二等三角点「稲橋」）、所在地は稲武町と夏焼町の境界上（北緯35度12分52.46秒 東経137度31分43.27秒 / 北緯35.2145722度 東経137.5286861度）。                                                                                                  |
| 大洞峠（おおぼらとうげ）                   | 標高は867.7メートル（三等三角点「大洞峠」）、所在地は牛地町（北緯35度13分2.1秒 東経137度27分46.40秒 / 北緯35.217250度 東経137.4628889度）。 |
| 駒山（こまやま）                           | 標高は855メートル、所在地は牛地町（北緯35度13分27.74秒 東経137度27分33.58秒 / 北緯35.2243722度 東経137.4593278度）。 |
| 内平（うちだいら）                         | 標高は802.9メートル（三等三角点「大平」）、所在地は中当町と北設楽郡設楽町西納庫の境界上（北緯35度10分48.98秒 東経137度31分16.6秒 / 北緯35.1802722度 東経137.521278度）。                                                                                      |
| 水晶山（すいしょうざん）                   | 標高は779.9メートル（四等三角点「水晶山」）、所在地は小田木町（北緯35度11分27.98秒 東経137度26分15.06秒 / 北緯35.1911056度 東経137.4375167度）。 |
| 押山（おしやま）                           | 標高は773.6メートル（三等三角点「押山」）、所在地は押山町（北緯35度14分46.78秒 東経137度30分2.86秒 / 北緯35.2463278度 東経137.5007944度）。 |
| 木地山（きじやま）                         | 標高は768.9メートル（四等三角点「木地山」）、所在地は野入町（北緯35度14分6.10秒 東経137度32分53.23秒 / 北緯35.2350278度 東経137.5481194度）。 |
| ミミスリ山                                 | 標高は724.0メートル（四等三角点「大多賀」）、所在地は大野瀬町（北緯35度15分13.97秒 東経137度32分22.76秒 / 北緯35.2538806度 東経137.5396556度）。 |
| 西山（鶴岡山、曽良山）                     | 標高は712.4メートル（二等三角点「細野村」）、所在地は小原田代町と岐阜県土岐市鶴里町細野の境界上（北緯35度16分51.22秒 東経137度15分37.57秒 / 北緯35.2808944度 東経137.2604361度）。                                                                            |
| 後山（うしろやま）                         | 標高は710メートル、所在地は御所貝津町と桑原町の境界上（北緯35度13分27.73秒 東経137度30分8.19秒 / 北緯35.2243694度 東経137.5022750度）。 |
| 三国山（みくにやま）                       | 標高は701.0メートル（三等三角点「三国峠」）、所在地は西市野々町と岐阜県土岐市鶴里町柿野の境界上（北緯35度15分17.49秒 東経137度11分24.66秒 / 北緯35.2548583度 東経137.1901833度）。 なお、三等三角点の所在地は土岐市側にある。                                 |
| 炮烙山（ほうろくさん）                     | 標高は683.6メートル（三等三角点「日明」）で、旧豊田市の最高地。所在地は坂上町、下平町、大沼町の境界上（北緯35度3分37.03秒 東経137度18分10.31秒 / 北緯35.0602861度 東経137.3028639度）。                                                                       |
| 向イ山                                     | 標高は642.6メートル（四等三角点「向イ山」）、所在地は怒田沢町と綾渡町の境界上（北緯35度7分37.98秒 東経137度22分11.5秒 / 北緯35.1272167度 東経137.369861度）。                                                                                                 |
| 猿投山（さなげやま）                       | 標高は629.0メートル（一等三角点「猿投山」）、所在地は猿投町と瀬戸市東白坂町の境界上（北緯35度12分21.27秒 東経137度10分0.56秒 / 北緯35.2059083度 東経137.1668222度）。                                                                                         |
| 折平山（おりだいらやま）                   | 標高は628.4メートル（三等三角点「折平」）、所在地は折平町と瀬戸市北白坂町の境界上（北緯35度13分41.85秒 東経137度11分1.24秒 / 北緯35.2282917度 東経137.1836778度）。                                                                                           |
| 六所山（ろくしょさん）                     | 標高は611メートル、所在地は坂上町（北緯35度3分17.75秒 東経137度17分3.12秒 / 北緯35.0549306度 東経137.2842000度）。 |
| 十明山（とみょうざん）                     | 標高は571.9メートル（二等三角点「四ツ松村」）、所在地は四ツ松町（北緯35度4分51.79秒 東経137度19分6.16秒 / 北緯35.0810528度 東経137.3183778度）。 |
| 小木山（おぎやま）                         | 標高は550.4メートル（四等三角点「小木山」）、所在地は怒田沢町と川面町の境界上（北緯35度8分6.99秒 東経137度22分31.53秒 / 北緯35.1352750度 東経137.3754250度）。                                                                                                |
| 秋葉山（あきばやま）                       | 標高は515.0メートル（三等三角点「秋葉山」）、所在地は大坪町と杉本町の境界上（北緯35度12分3.59秒 東経137度20分59秒 / 北緯35.2009972度 東経137.34972度）。 |
| 明見山（みょうけんざん）                   | 標高は496.2メートル（四等三角点「山口」）、所在地は四ツ松町と沢ノ堂町の境界上（北緯35度5分43.25秒 東経137度18分30.36秒 / 北緯35.0953472度 東経137.3084333度）。                                                                                               |
| 蚕霊山（こだまやま）                       | 標高は434.9メートル（三等三角点「日面」）、所在地は川下町と日面町の境界上（北緯35度12分56.85秒 東経137度18分44.44秒 / 北緯35.2157917度 東経137.3123444度）。                                                                                                  |
| 砦峠（とりでとうげ）                       | 標高は418.6メートル（三等三角点「仁王」）、所在地は上脇町と石楠町と坂上町の境界上（北緯35度4分35.25秒 東経137度15分59.78秒 / 北緯35.0764583度 東経137.2666056度）。                                                                                           |
| 茶臼山（ちゃうすやま）                     | 標高は418.2メートル（四等三角点「茶臼山」）、所在地は小町と東萩平町の境界上（北緯35度11分42.26秒 東経137度19分36.73秒 / 北緯35.1950722度 東経137.3268694度）。                                                                                                |
| 生山（きびゅうやま）                       | 標高は374.5メートル、所在地は近岡町（北緯35度8分10.41秒 東経137度17分38.12秒 / 北緯35.1362250度 東経137.2939222度）。 |
| 城山（しろやま）                           | 標高は353メートル、所在地は足助町（北緯35度8分16.11秒 東経137度18分17.17秒 / 北緯35.1378083度 東経137.3047694度）。 |
| 物見山（ものみやま）                       | 標高は326.2メートル、所在地は広幡町、瀬戸市海上町、瀬戸市広久手町の境界上（北緯35度11分29.54秒 東経137度8分3.1秒 / 北緯35.1915389度 東経137.134194度）。 |
| 真弓山（まゆみやま）                       | 標高は307メートル、所在地は足助町（北緯35度8分6.00秒 東経137度19分30.71秒 / 北緯35.1350000度 東経137.3251972度）。 |
| 飯盛山（いいもりやま）                     | 標高は252.6メートル、所在地は足助町（北緯35度7分57.67秒 東経137度18分58.19秒 / 北緯35.1326861度 東経137.3161639度）。 |
| 城段戸（しろだんど）                       | 標高は252.7メートル（三等三角点「簗山」）、所在地は王滝町と鍋田町の境界上（北緯35度4分1.30秒 東経137度14分14.14秒 / 北緯35.0670278度 東経137.2372611度）。 |
| 大谷山（おおややま）                       | 標高は248.8メートル（二等三角点「小呂村」）、所在地は小呂町と池田町の境界上（北緯35度6分21.13秒 東経137度13分35.21秒 / 北緯35.1058694度 東経137.2264472度）。                                                                                                 |
| 篠本岳（ささもとだけ）                     | 標高は247.7メートル（三等三角点「篠本嶽」）、所在地は篠原町と本徳町の境界上（北緯35度9分35.66秒 東経137度8分33.06秒 / 北緯35.1599056度 東経137.1425167度）。                                                                                                  |
| 山ノ神（やまのかみ）                       | 標高は247.7メートル（三等三角点「酒呑」）、所在地は幸海町（北緯35度5分34.14秒 東経137度14分26.22秒 / 北緯35.0928167度 東経137.2406167度）。 |
| 城ケ根山（じょうがねさん）                 | 標高は226メートル、所在地は御作町（北緯35度11分23.75秒 東経137度14分38.4秒 / 北緯35.1899306度 東経137.244000度）。 |
| 蚕玉山（こだまやま）                       | 標高は220.8メートル、所在地は折平町（北緯35度12分44.9秒 東経137度11分58.31秒 / 北緯35.212472度 東経137.1995306度）。 |
| 秋葉山（あきばやま）                       | 標高は198メートル、所在地は穂積町（北緯35度4分34.63秒 東経137度13分58.66秒 / 北緯35.0762861度 東経137.2329611度）。 |
| 岩谷山（いわやさん）                       | 標高は190メートル、所在地は九久平町と大内町の境界上（北緯35度3分2.59秒 東経137度13分20.23秒 / 北緯35.0507194度 東経137.2222861度）。 |
| 勘八山（かんぱちやま）                     | 標高は171メートル、所在地は勘八町（北緯35度7分36.82秒 東経137度13分8.02秒 / 北緯35.1268944度 東経137.2188944度）。 |
| 若草山（わかくさやま）                     | 標高は139.4メートル、所在地は矢並町（北緯35度5分49.38秒 東経137度13分11.86秒 / 北緯35.0970500度 東経137.2199611度）。 鞍ヶ池公園の一角をなし、山頂に美しの塔が建つ。                                                                                          |
| 天神山（てんじんやま）                     | 標高は138.3メートル、所在地は大畑町（北緯35度9分54.23秒 東経137度6分43.12秒 / 北緯35.1650639度 東経137.1119778度）。 |
| 大高山（おおたかさん）                     | 標高は126.2メートル（三等三角点「越戸」）、所在地は平戸橋町と御船町の境界上（北緯35度7分26.19秒 東経137度11分52.62秒 / 北緯35.1239417度 東経137.1979500度）。                                                                                                 |
| 野見山（のみやま）                         | 標高は116.8メートル（四等三角点「野見」）、所在地は野見山町と宮前町の境界上（北緯35度3分47.62秒 東経137度10分59.74秒 / 北緯35.0632278度 東経137.1832611度）。                                                                                                 |
| 渡合山（どあいさん）                       | 標高は105.6メートル、所在地は琴平町（北緯35度2分14.36秒 東経137度10分47.92秒 / 北緯35.0373222度 東経137.1799778度）。 |
| 秋葉山（あきばやま）                       | 標高は73.9メートル（三等三角点「長興寺」）、所在地は秋葉町（北緯35度3分36.14秒 東経137度10分20.28秒 / 北緯35.0600389度 東経137.1723000度）。 |

- 井山山頂付近
（稲武町、2019年（令和元年）8月）
- 三国山遠景
（白川町、2011年（平成23年）10月）
- 六所山（右）および炮烙山（中央）遠景
（保見町、2019年（平成31年）1月）
- 大池南岸より望む猿投山
（西中山町、2013年（平成25年）11月）
- 観音山広場より望む飯盛山
（足助町、2019年（令和元年）6月）
- 城ケ根山
（御作町、2012年（平成24年）2月
- 若草山山頂に建つ美しの塔
（矢並町、2009年（平成21年）9月

##### 主な河川と流域図

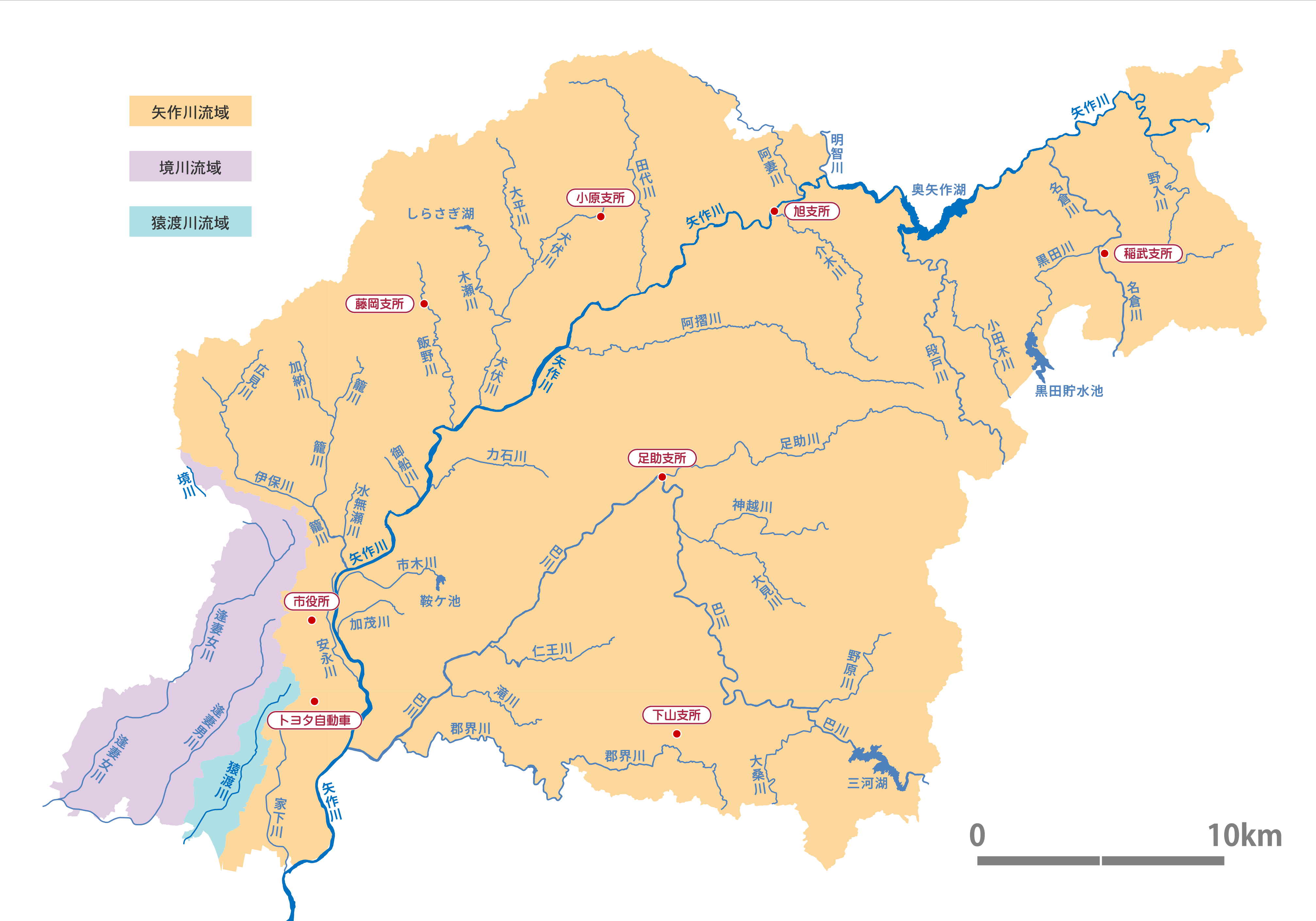

#### 河川・湖沼

##### 一級水系矢作川水系
- 矢作川（やはぎがわ） - 本川。一級河川（指定区間、一部指定区間外区間あり）。
  - 奥矢作湖
  - 矢作ダム
  - 矢作第二ダム
  - 笹戸ダム
  - 百月ダム
  - 阿摺ダム
  - 越戸ダム
  - 明治用水頭首工
- 野入川（のいりがわ） - 1次支川。一級河川（指定区間）。
- 平林境川（たいらばやしさかいがわ）
1次支川。流長600メートルの一級河川（指定区間）。河川コード台帳による一級河川の名称としては「ひらばやしさかいがわ」という[10]。
- 名倉川（なぐらがわ） - 1次支川。一級河川（指定区間、一部指定区間外区間あり）。
- 黒田川（くろだがわ） - 2次支川。一級河川（指定区間）。
  - 黒田貯水池（黒田湖）
  - 黒田ダム
- 入山川（いりやまがわ） - 2次支川。一級河川（指定区間）。
- 段戸川（だんどがわ） - 1次支川。一級河川（指定区間外区間）。
- 小田木川（おたぎがわ）  - 2次支川。上流部は普通河川、下流部は一級河川（指定区間）。
- 富永川（とみなががわ） - 3次支川。一級河川（指定区間）。
  - 富永調整池
  - 富永ダム
- 明智川（あけちがわ） - 1次支川。一級河川（指定区間）。
- 阿妻川（あづまがわ） - 1次支川。一級河川（指定区間）。
- 介木川（けんぎがわ） - 1次支川。上流部は普通河川、下流部は一級河川（指定区間）。
- 田代川（たしろがわ） - 1次支川。一級河川（指定区間）。
- 李川（すももがわ） - 1次支川。一級河川（指定区間）。
- 阿摺川（あすりがわ） - 1次支川。上流部は普通河川、下流部は一級河川（指定区間）。
- 犬伏川（いぬふせがわ） - 1次支川。一級河川（指定区間）。
- 大平川（おおひらがわ） - 2次支川。一級河川（指定区間）。
- 三箇川・木瀬川（さんががわ・きせがわ） - 2次支川。上流部は普通河川三箇川、下流部は一級河川（指定区間）木瀬川。
  - しらさぎ湖
  - 木瀬ダム
- 飯野川（いいのがわ） - 1次支川。一級河川（指定区間）。
- 力石川（ちからいしがわ） - 1次支川。一級河川（指定区間）。
- 御船川（みふねがわ） - 1次支川。一級河川（指定区間）。
- 籠川（かごがわ） - 1次支川。一級河川（指定区間）。なお、河川コード台帳による漢字表記は「篭川」である[10]。
- 加納川（かのうがわ） - 2次支川。一級河川（指定区間）。
- 伊保川（いぼがわ） - 2次支川。一級河川（指定区間）。
- 広見川（ひろみがわ） - 3次支川。一級河川（指定区間）。
- 水無瀬川（みなせがわ） - 2次支川。上流部は準用河川、下流部は一級河川（指定区間）。
- 市木川（いちぎがわ） - 1次支川。一級河川（指定区間）。
  - 鞍ヶ池
- 加茂川（かもがわ） - 1次支川。一級河川（指定区間）。
  - 寺部池
- 安永川（あんえいがわ） - 1次支川。上流部は準用河川、下流部は一級河川（指定区間）。
- 巴川（ともえがわ） - 1次支川。一級河川（指定区間）。
  - 三河湖
  - 羽布ダム
- 大桑川（おおくわがわ） - 2次支川。上流部は普通河川、下流部は一級河川（指定区間）。
- 野原川（のはらがわ） - 2次支川。一級河川（指定区間）。
- 神越川（かみこしがわ） - 2次支川。一級河川（指定区間）。
- 大見川（おおみがわ） - 3次支川。一級河川（指定区間）。
- 足助川（あすけがわ） - 2次支川。上流部は準用河川、下流部は一級河川（指定区間）。
- 仁王川（におうがわ） - 2次支川。上流部は準用河川、下流部は一級河川（指定区間）。
- 滝川（たきがわ） - 2次支川。一級河川（指定区間）。
- 郡界川（ぐんかいがわ） - 2次支川。一級河川（指定区間）。
- 家下川（やしたがわ） - 1次支川。上流部は準用河川、下流部は一級河川（指定区間）。

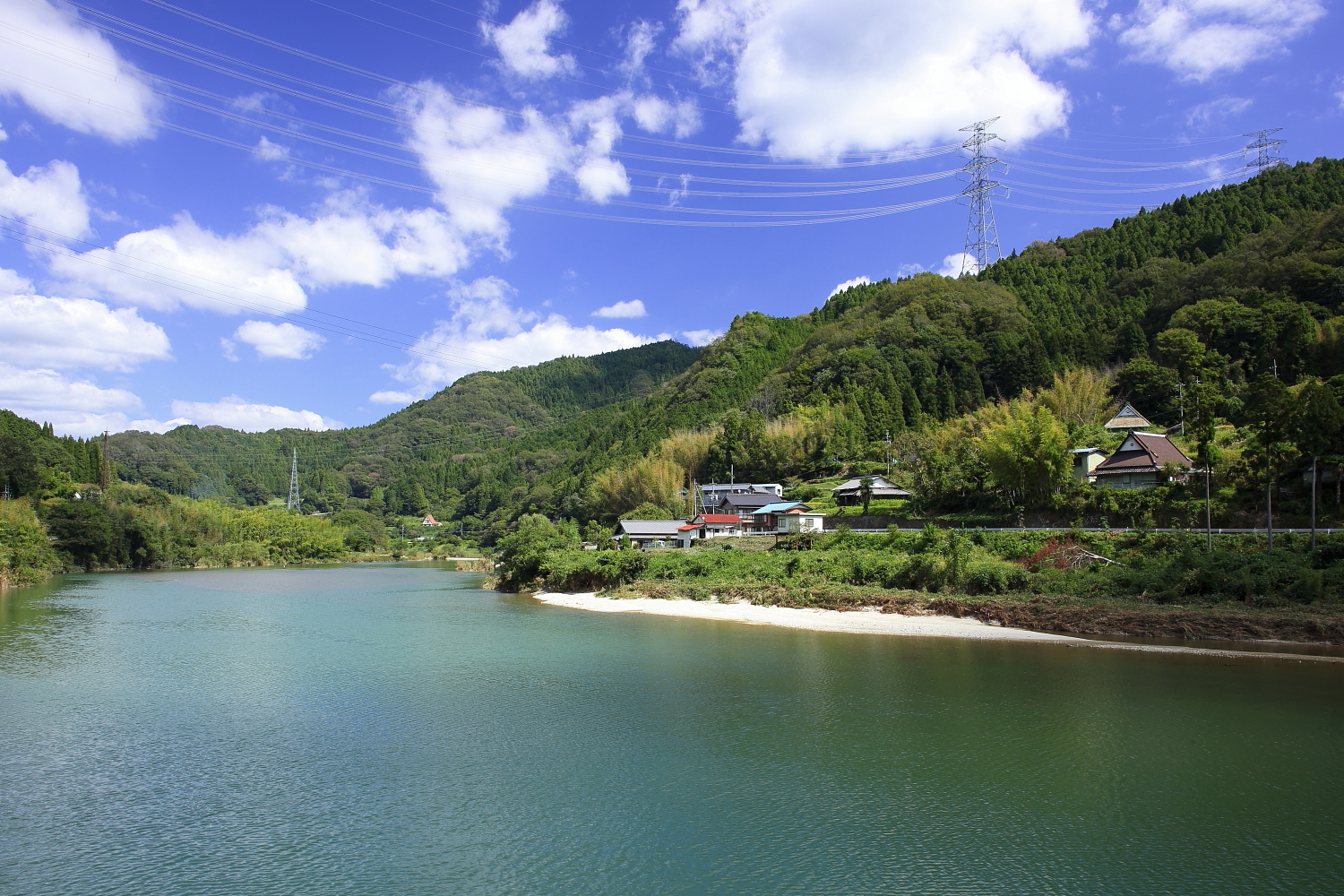
矢作川 （簗平町、2013年（平成25年）9月）
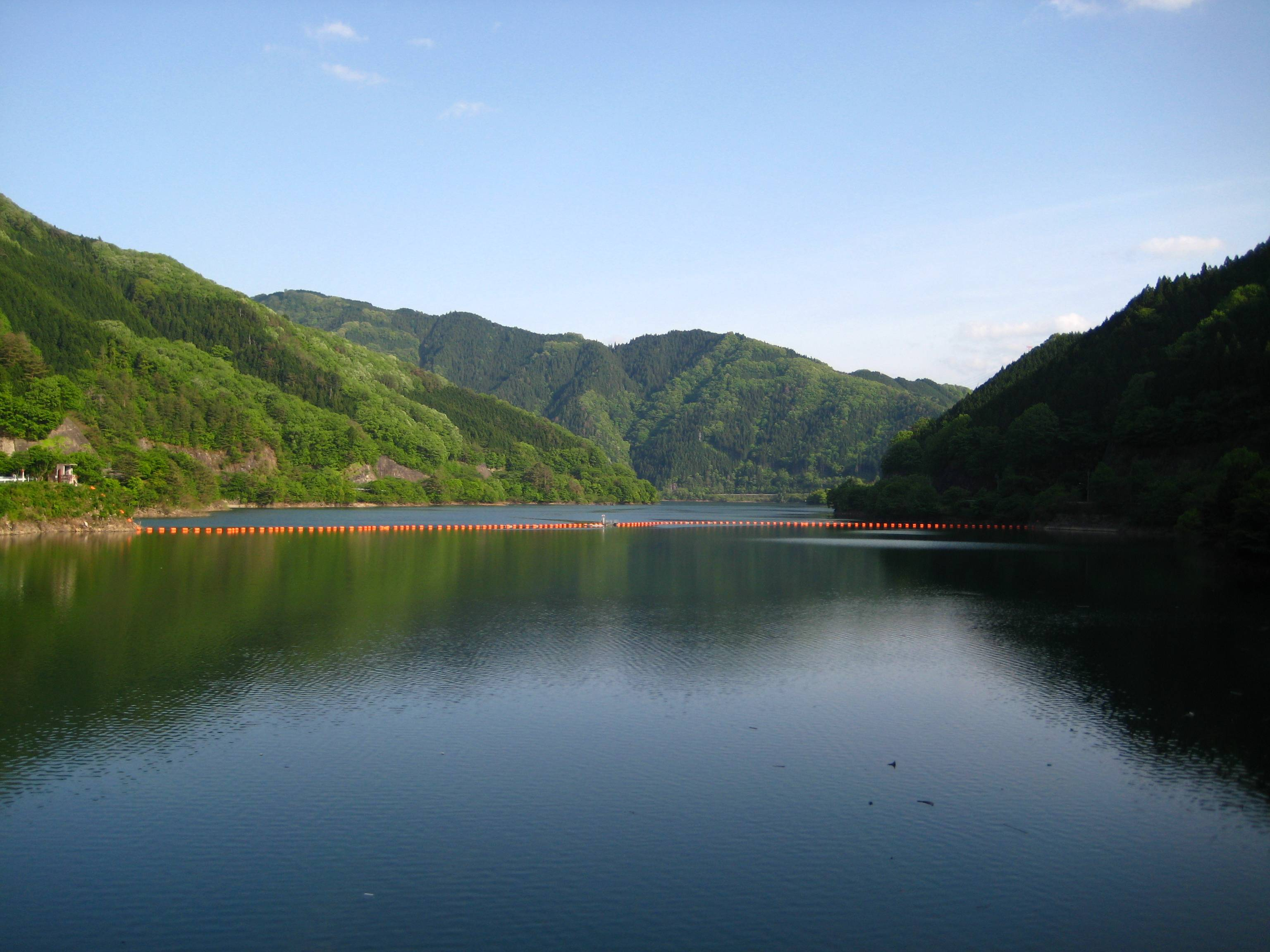
奥矢作湖 （閑羅瀬町、2008年（平成20年）5月）
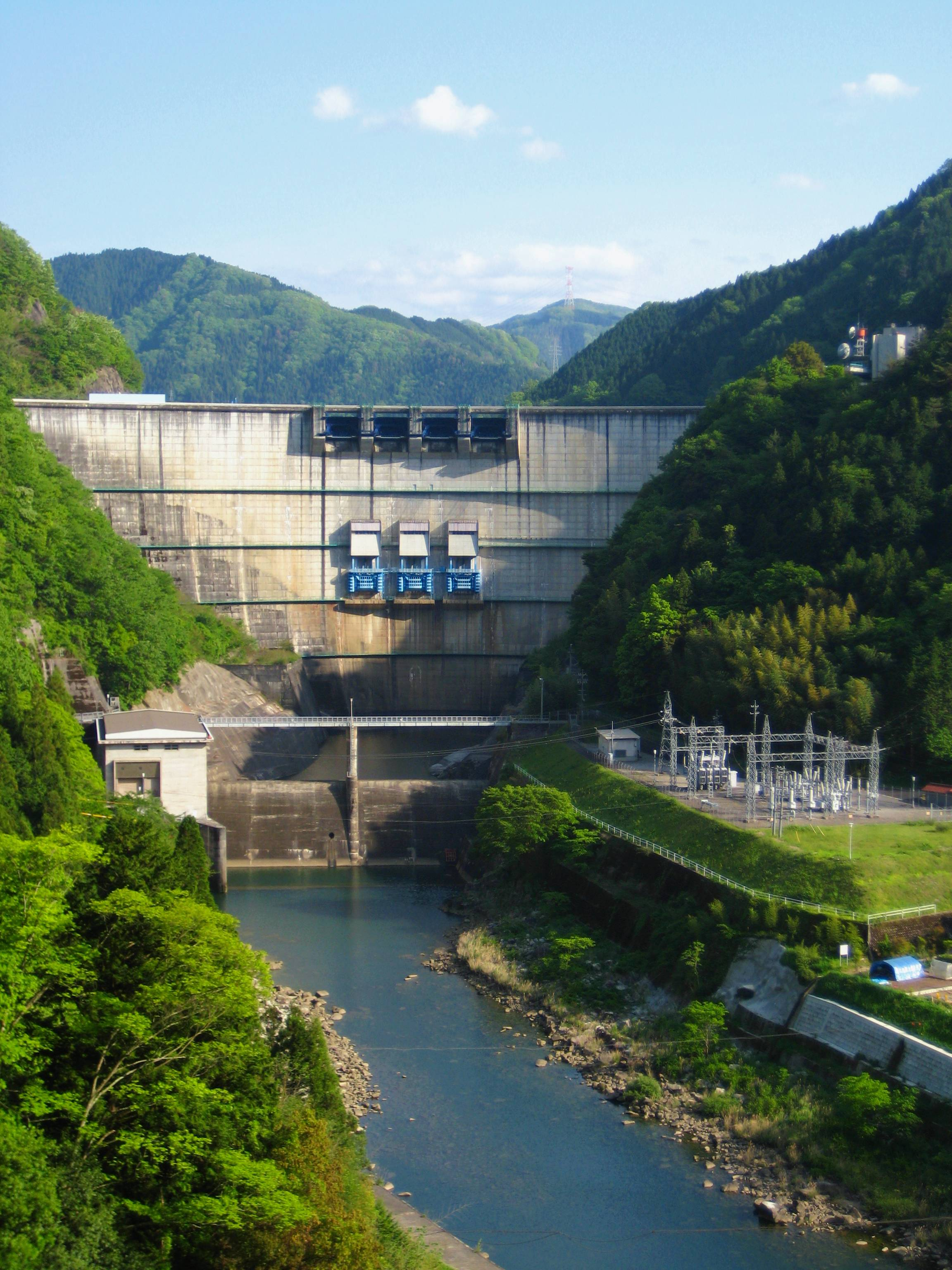
矢作ダム （岐阜県恵那市串原、2008年（平成20年）5月）
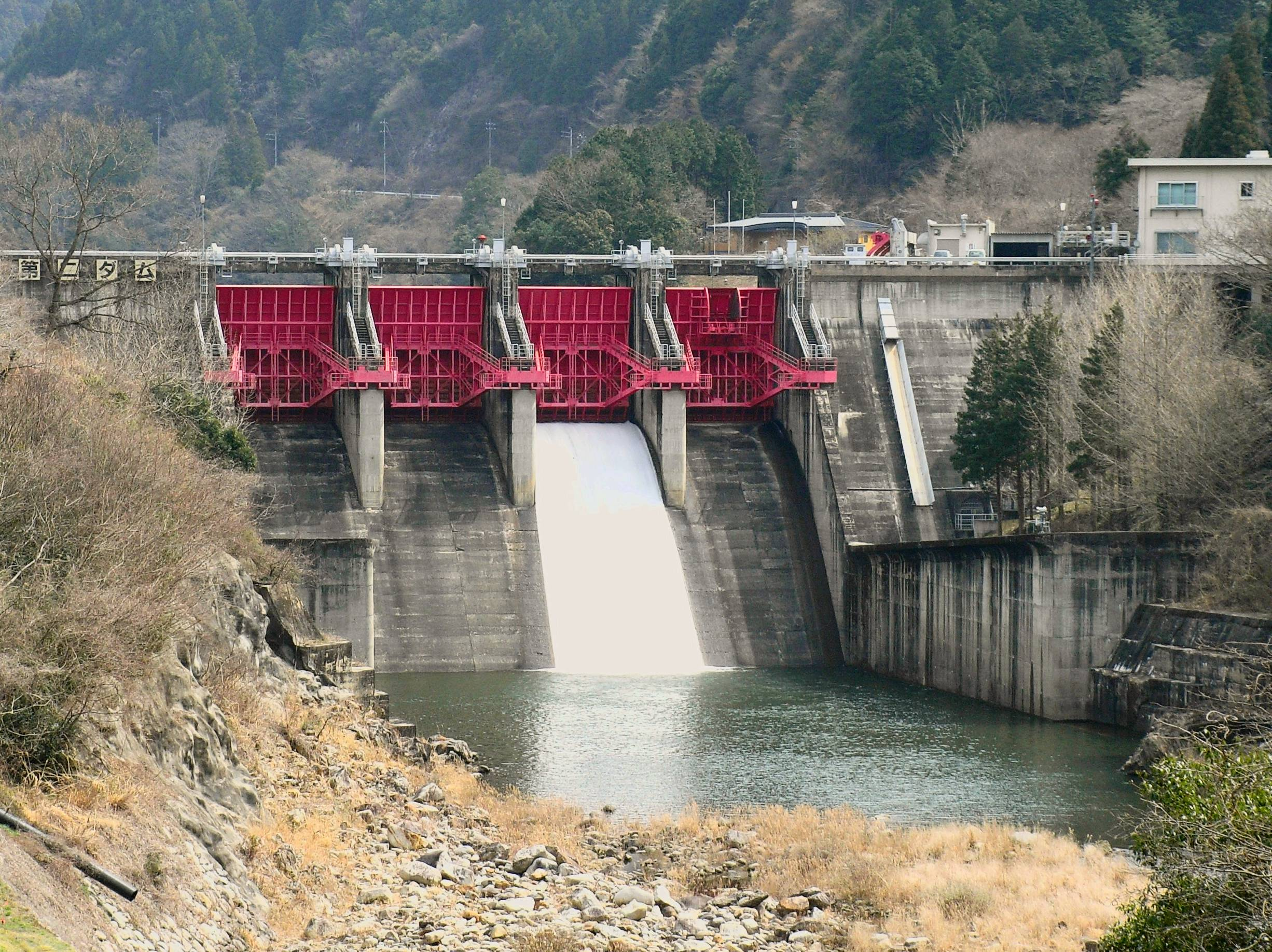
矢作第二ダム （岐阜県恵那市串原、2008年（平成20年）5月）
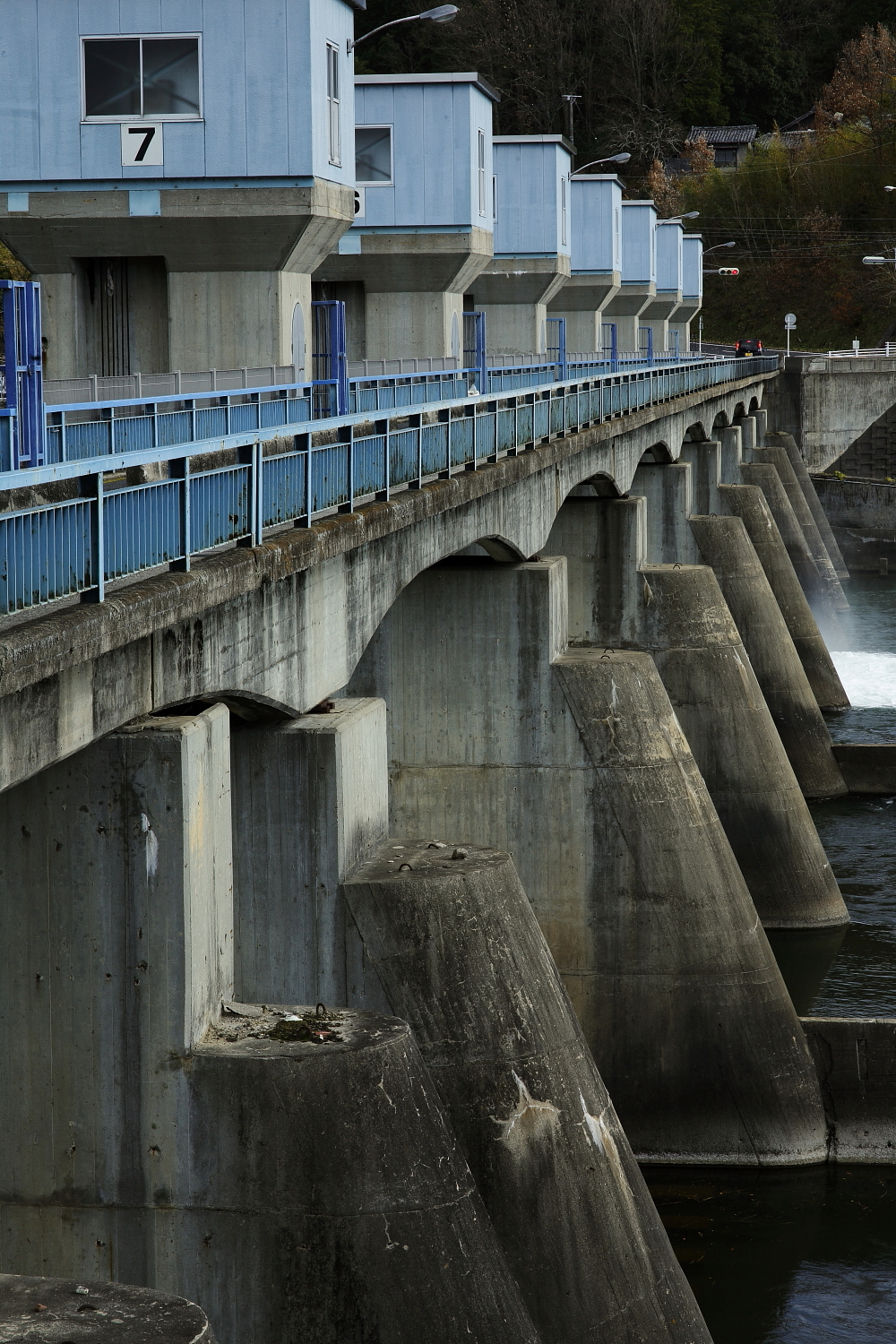
明治用水頭首工 （水源町・室町、2013年（平成25年）12月）
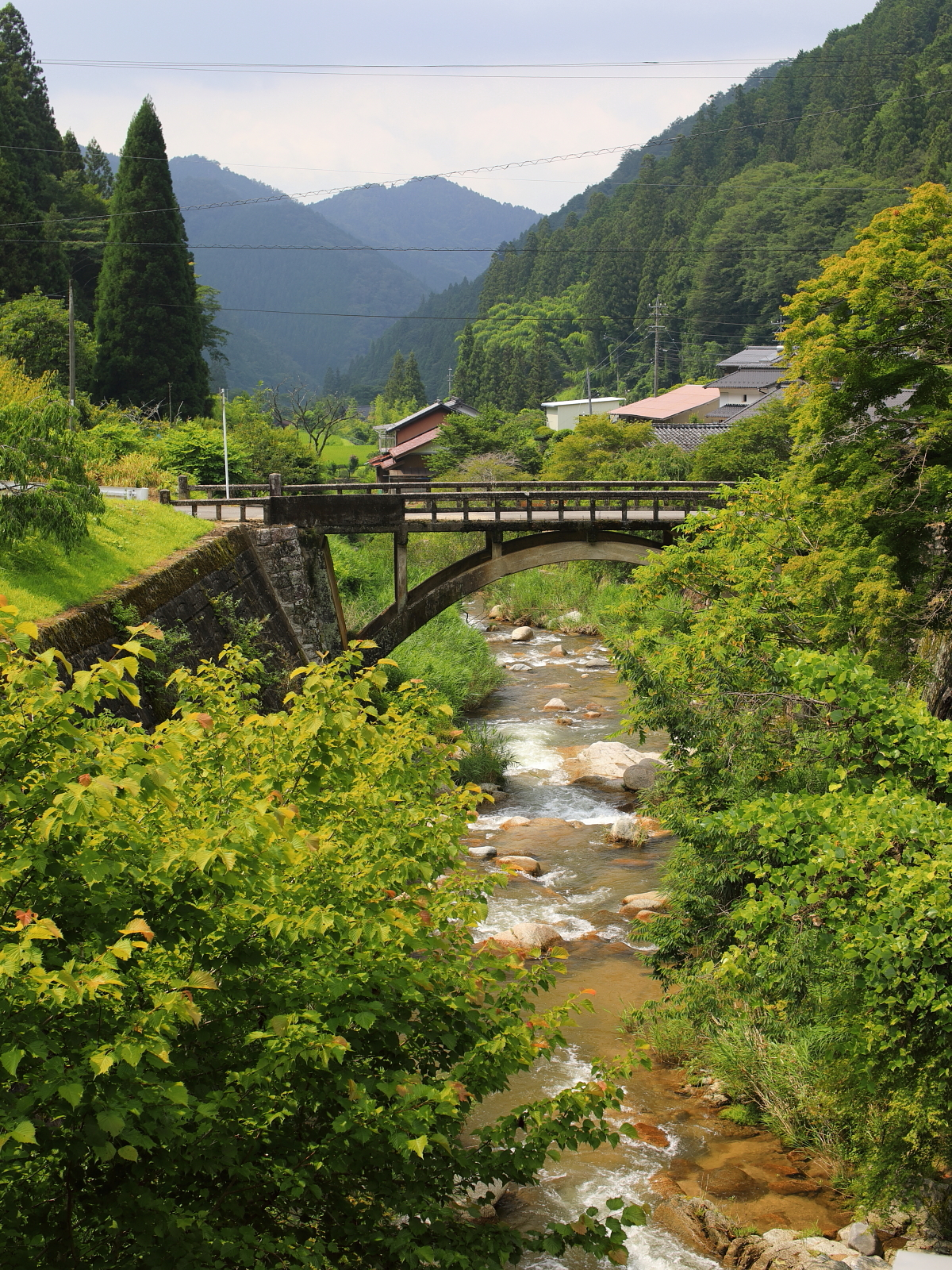
野入川 （大野瀬町、2019年（令和元年）8月）
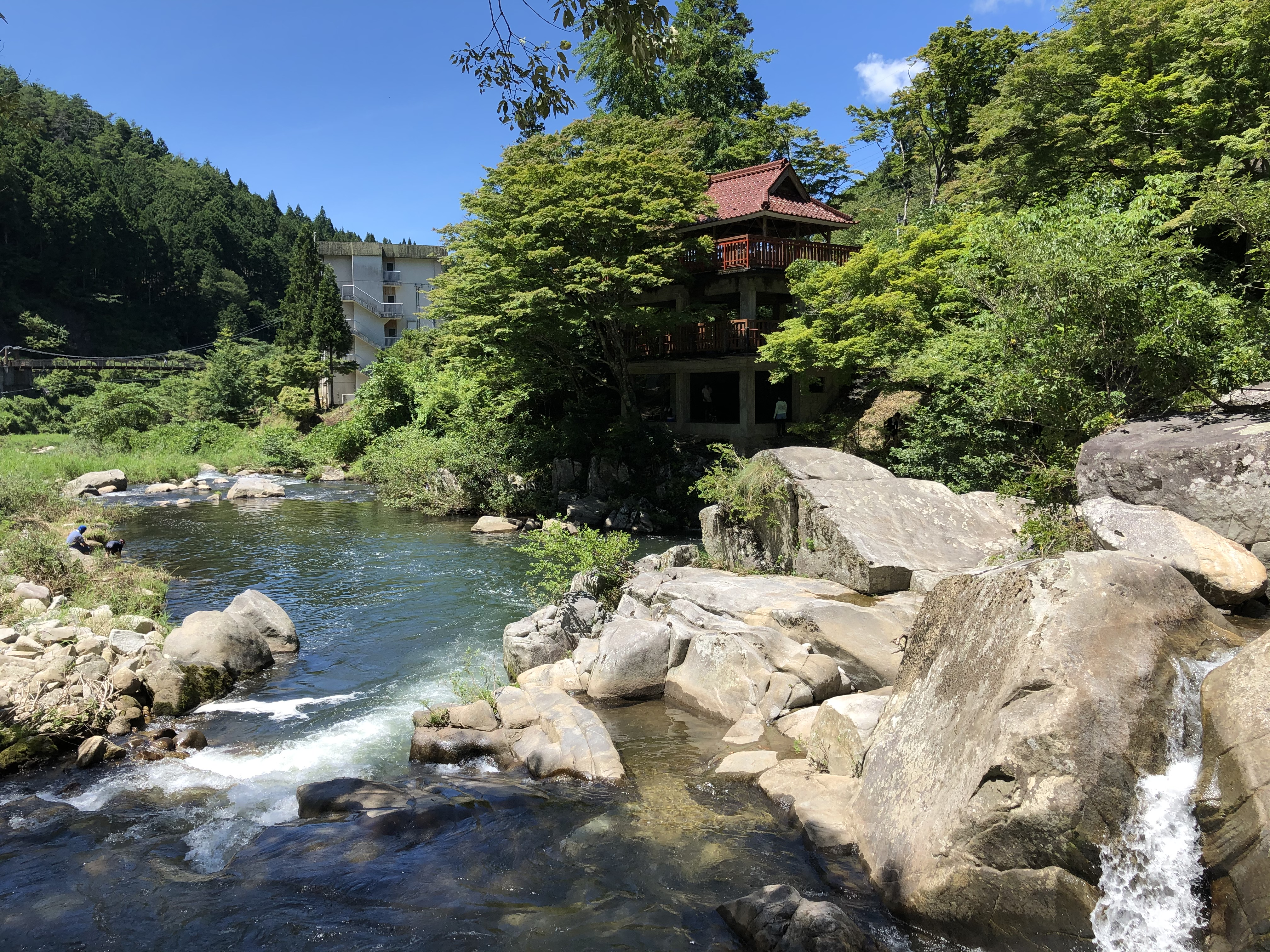
名倉川 （2020年（令和2年）8月）
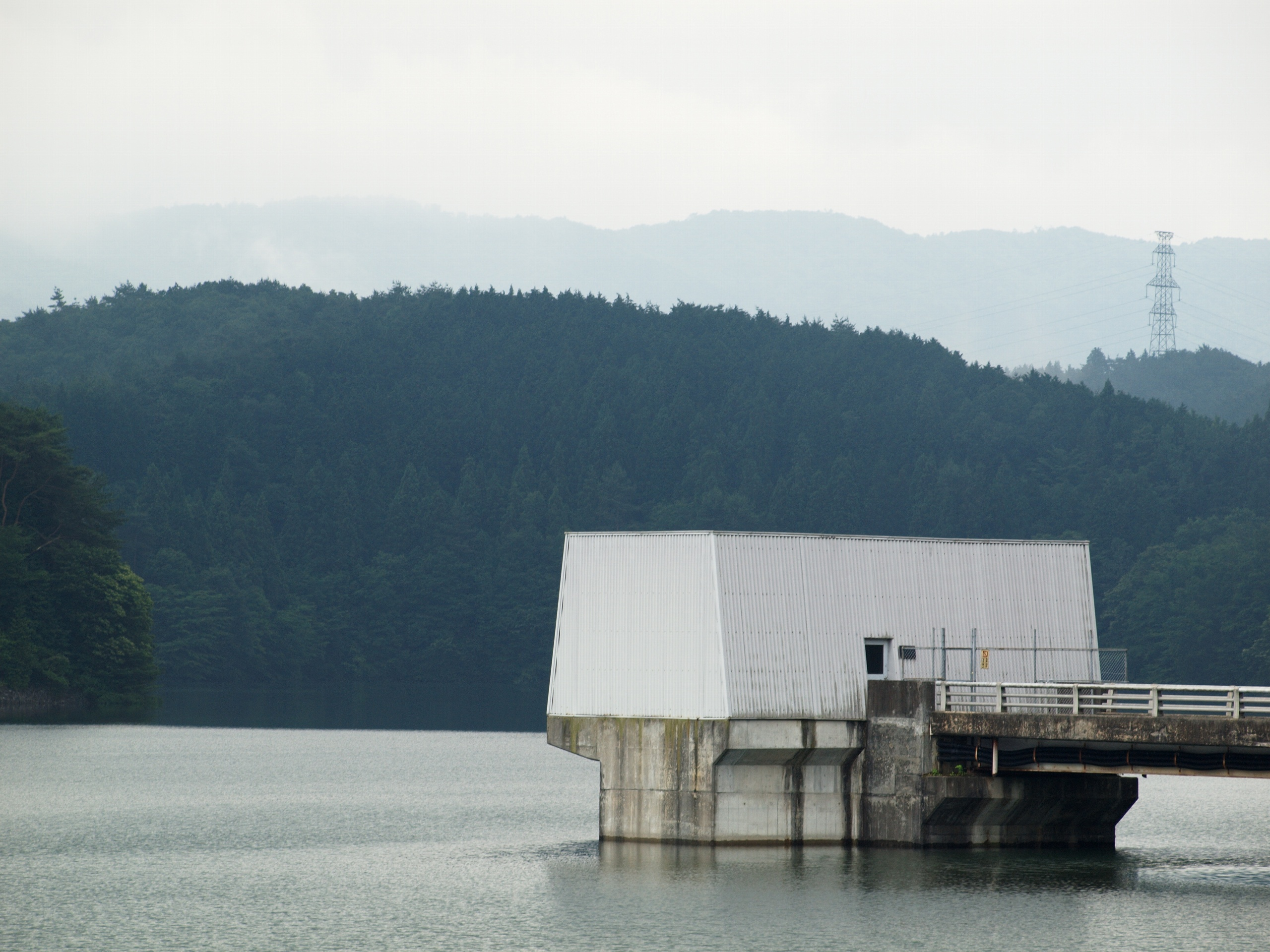
黒田貯水池 （黒田町、2011年（平成23年）7月）
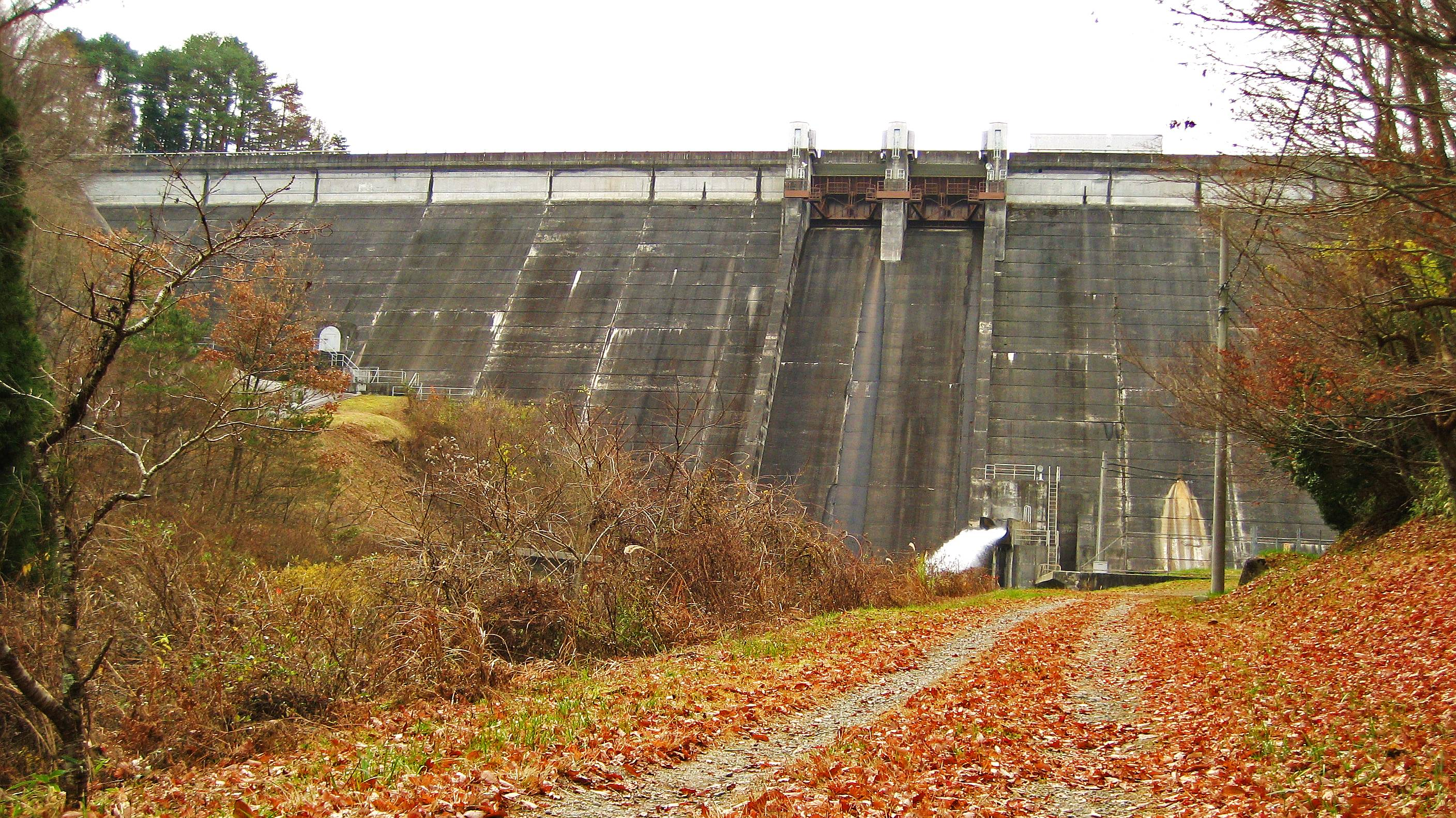
黒田ダム （黒田町、2007年（平成19年）3月）
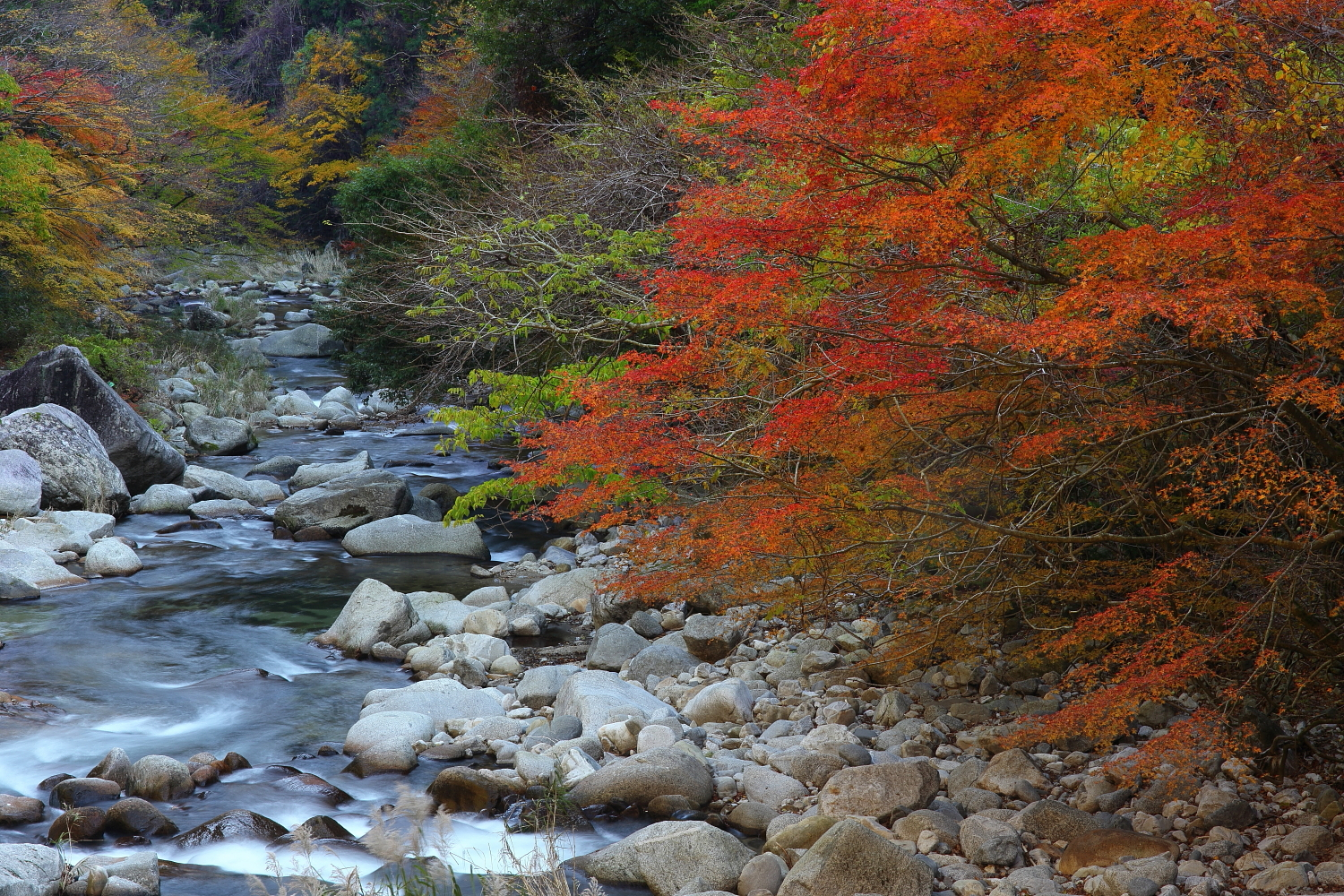
段戸川 （大多賀町、2014年（平成26年）11月）
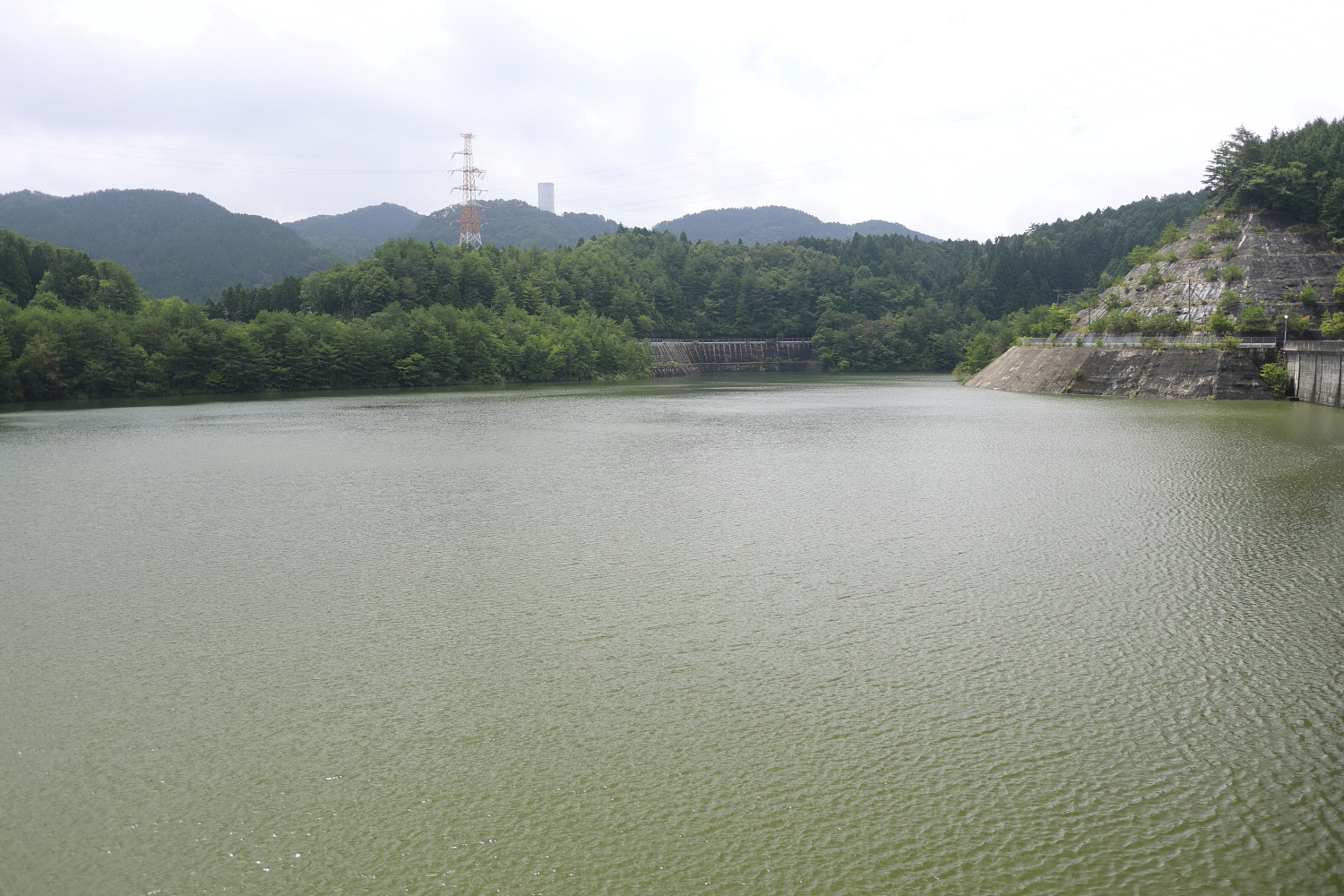
富永調整池 （富永町、2019年（令和元年）8月）
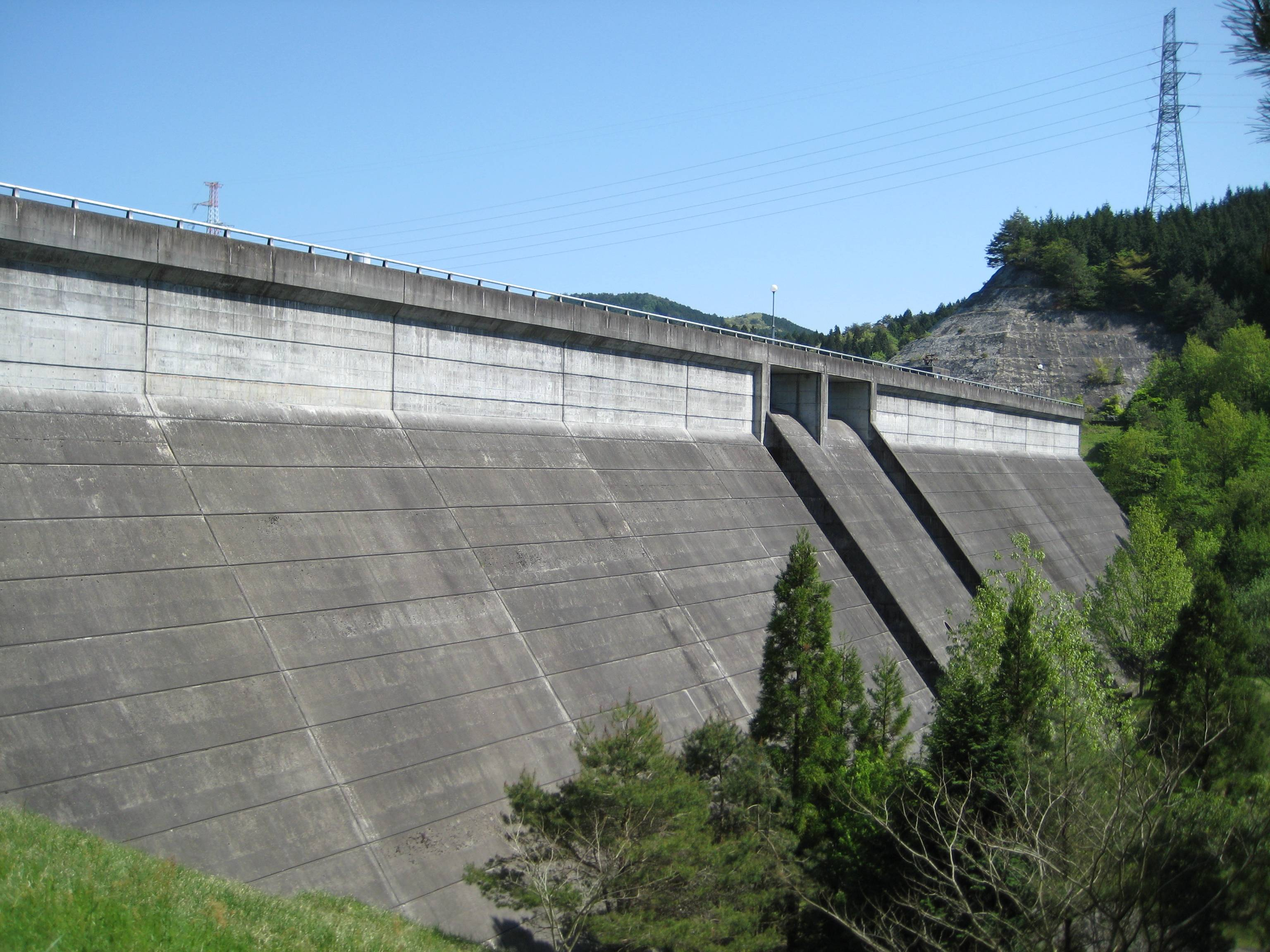
富永ダム （富永町、2008年（平成20年）5月）
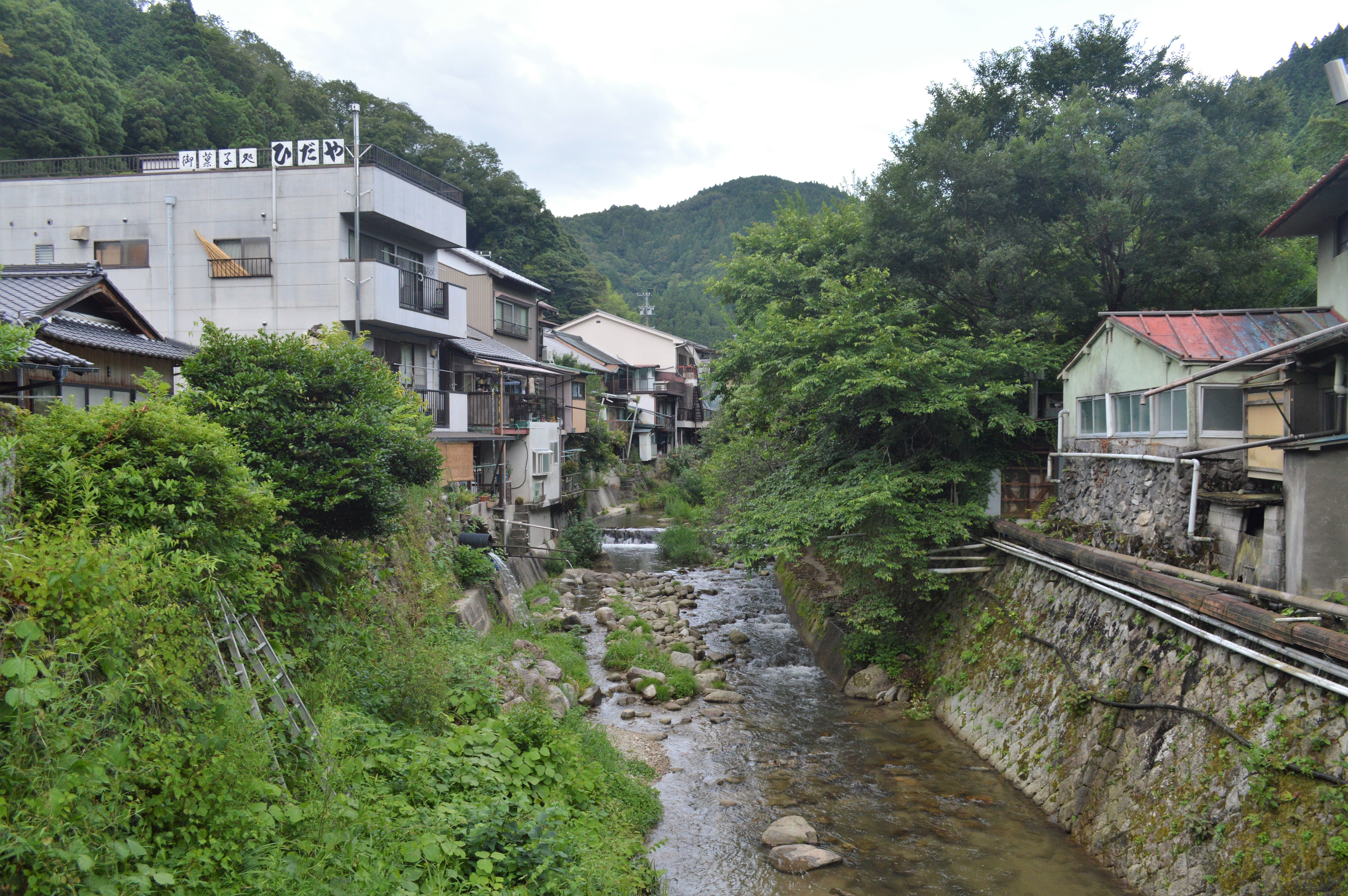
介木川 （小渡町、2018年（平成30年）6月）
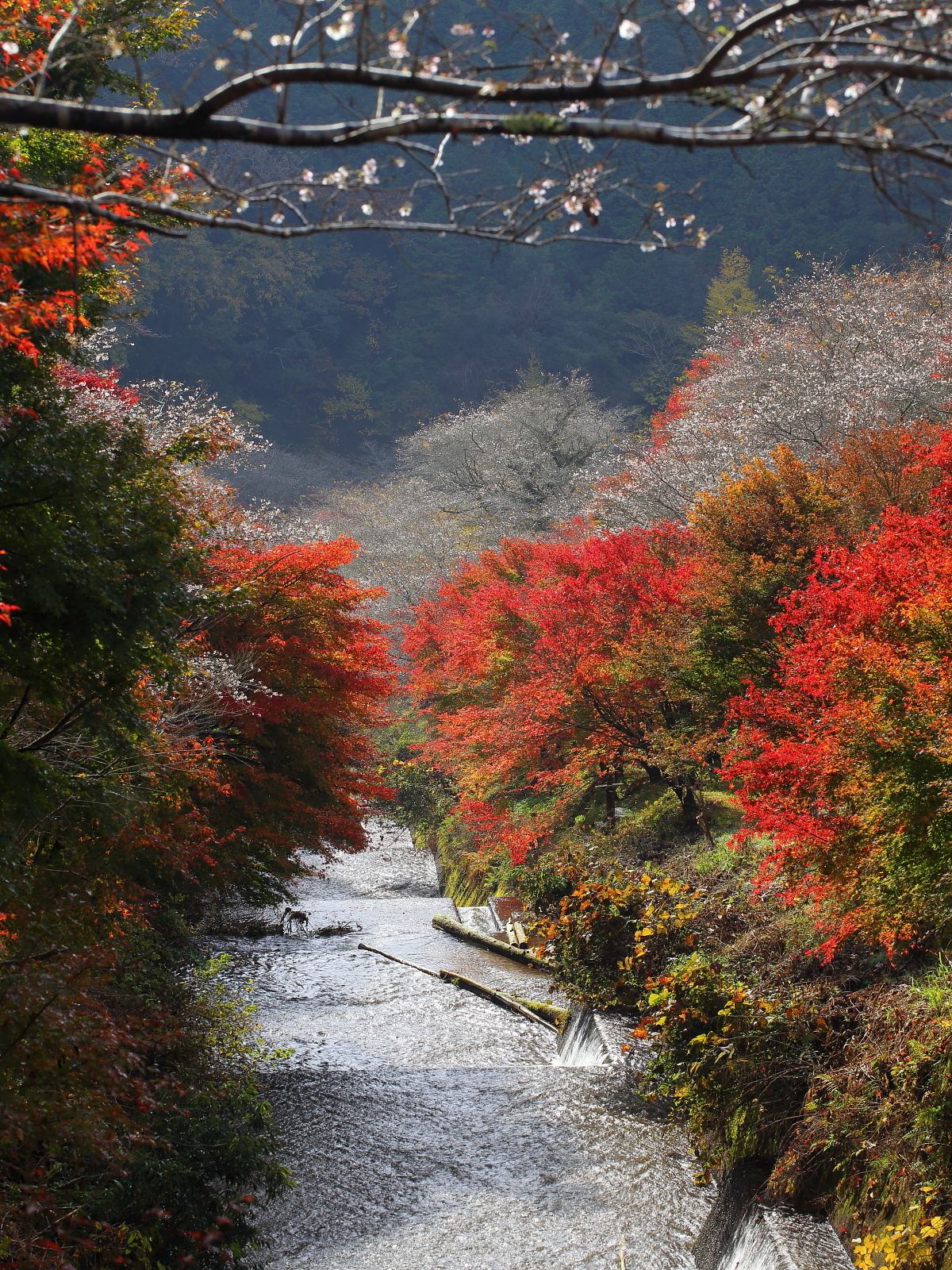
田代川 （川見町、2016年（平成28年）11月）
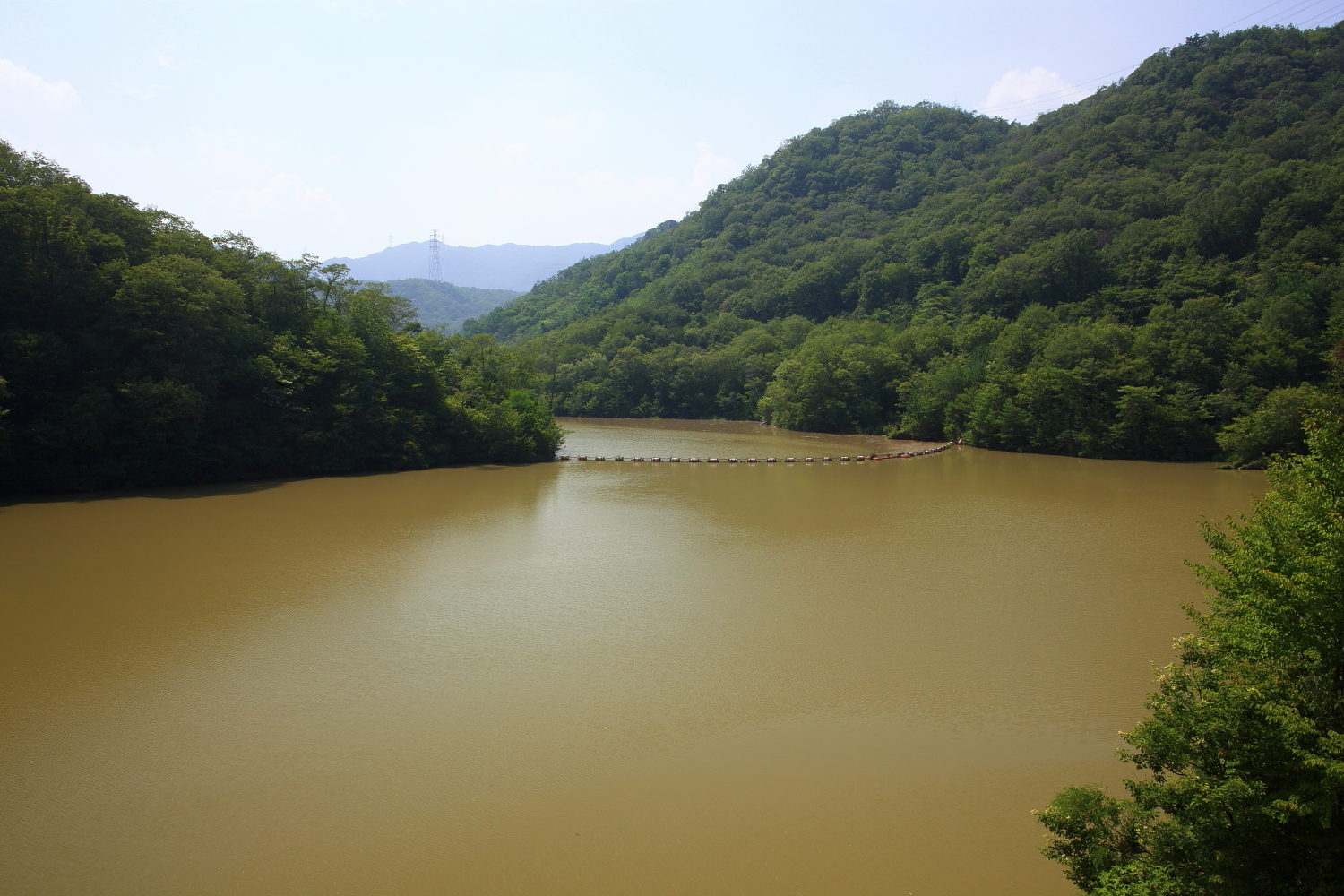
しらさぎ湖 （木瀬町、2013年（平成25年）7月）
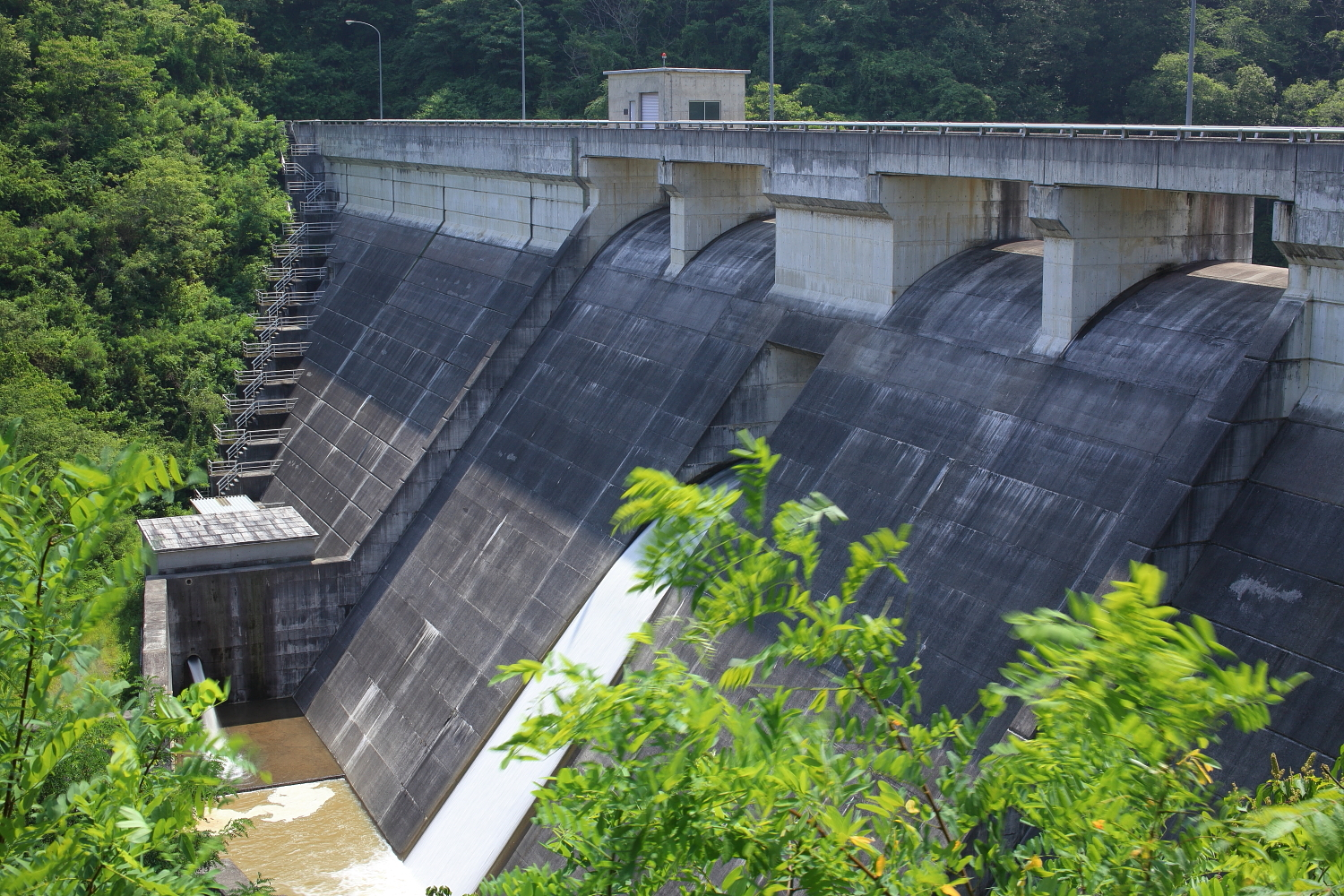
木瀬ダム （木瀬町、2013年（平成25年）7月）
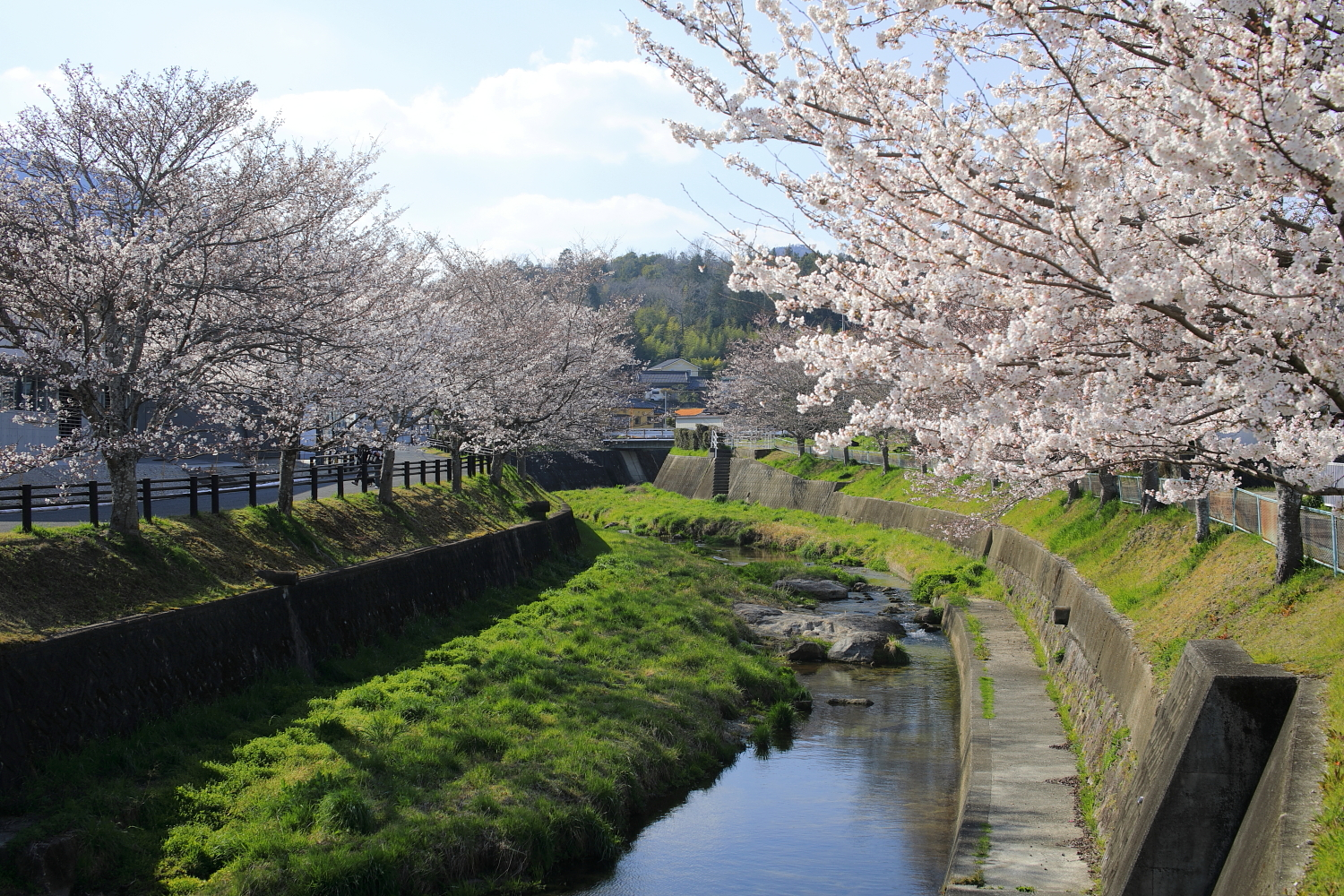
飯野川 （藤岡飯野町、2019年（平成31年）4月）
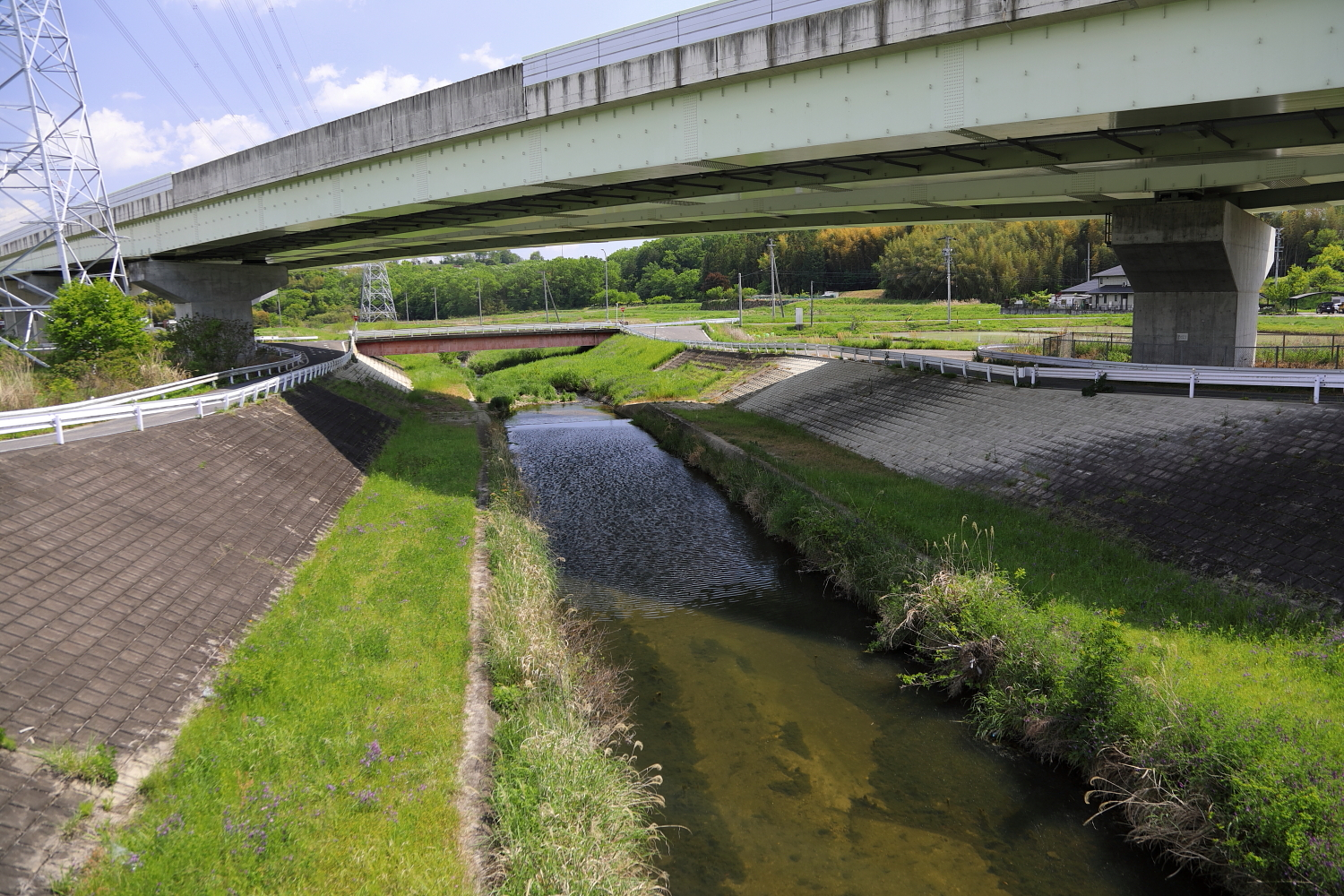
御船川 （御船町、2019年（令和元年）5月）
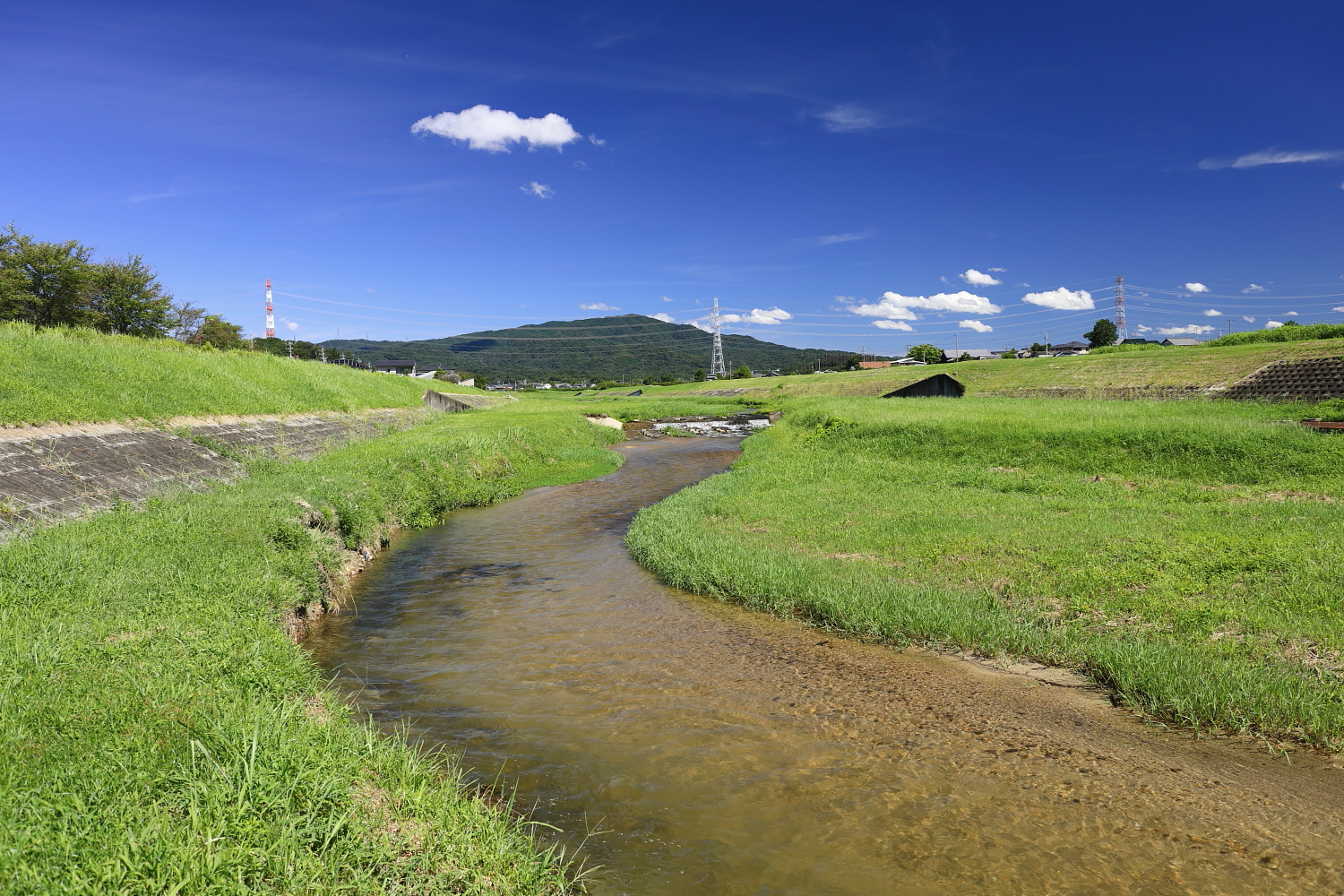
籠川と猿投山遠望 （亀首町、2019年（令和元年）9月）
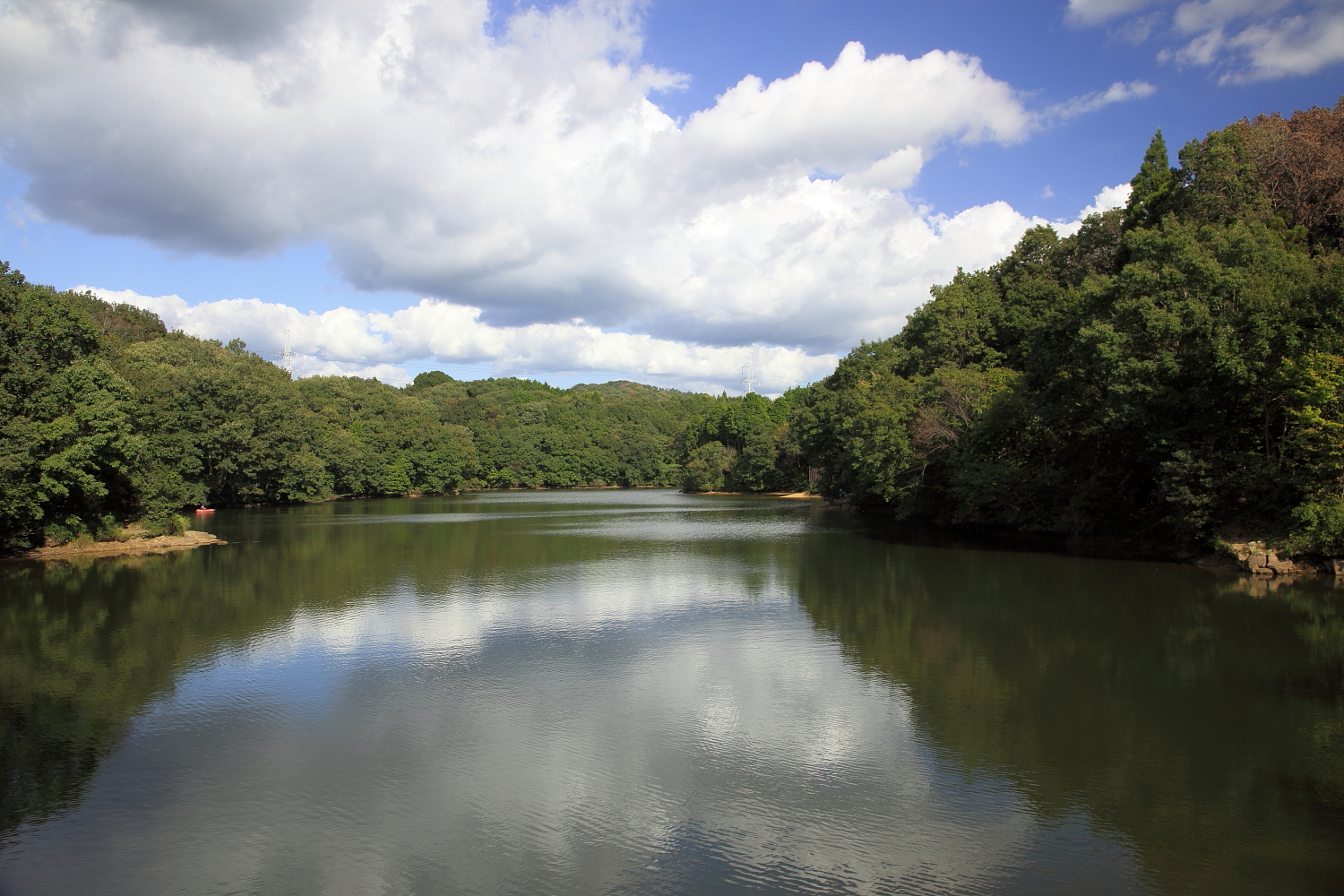
寺部池 （京ケ峰、2011年（平成23年）9月）
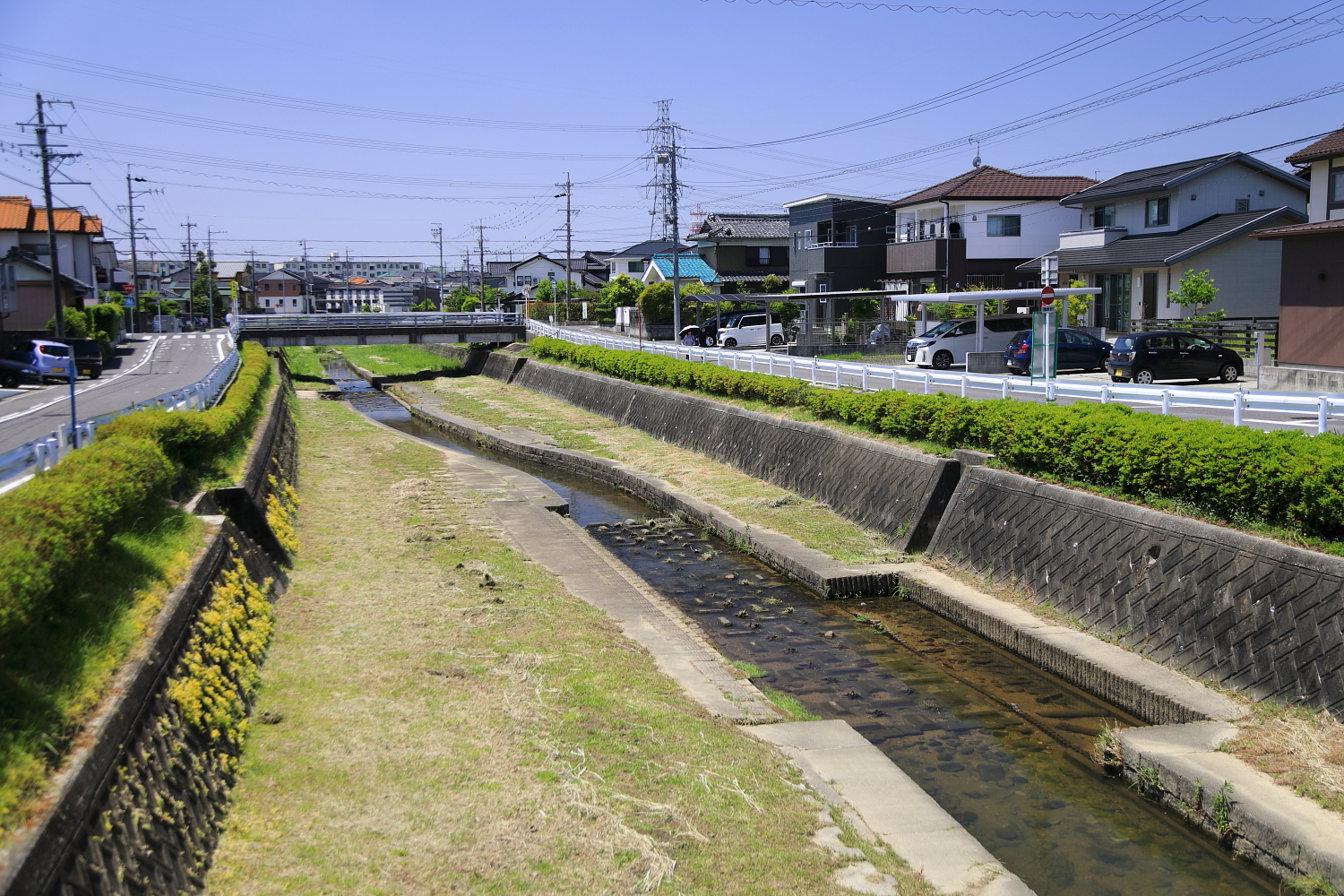
市木川 （市木町、2019年（令和元年）5月）
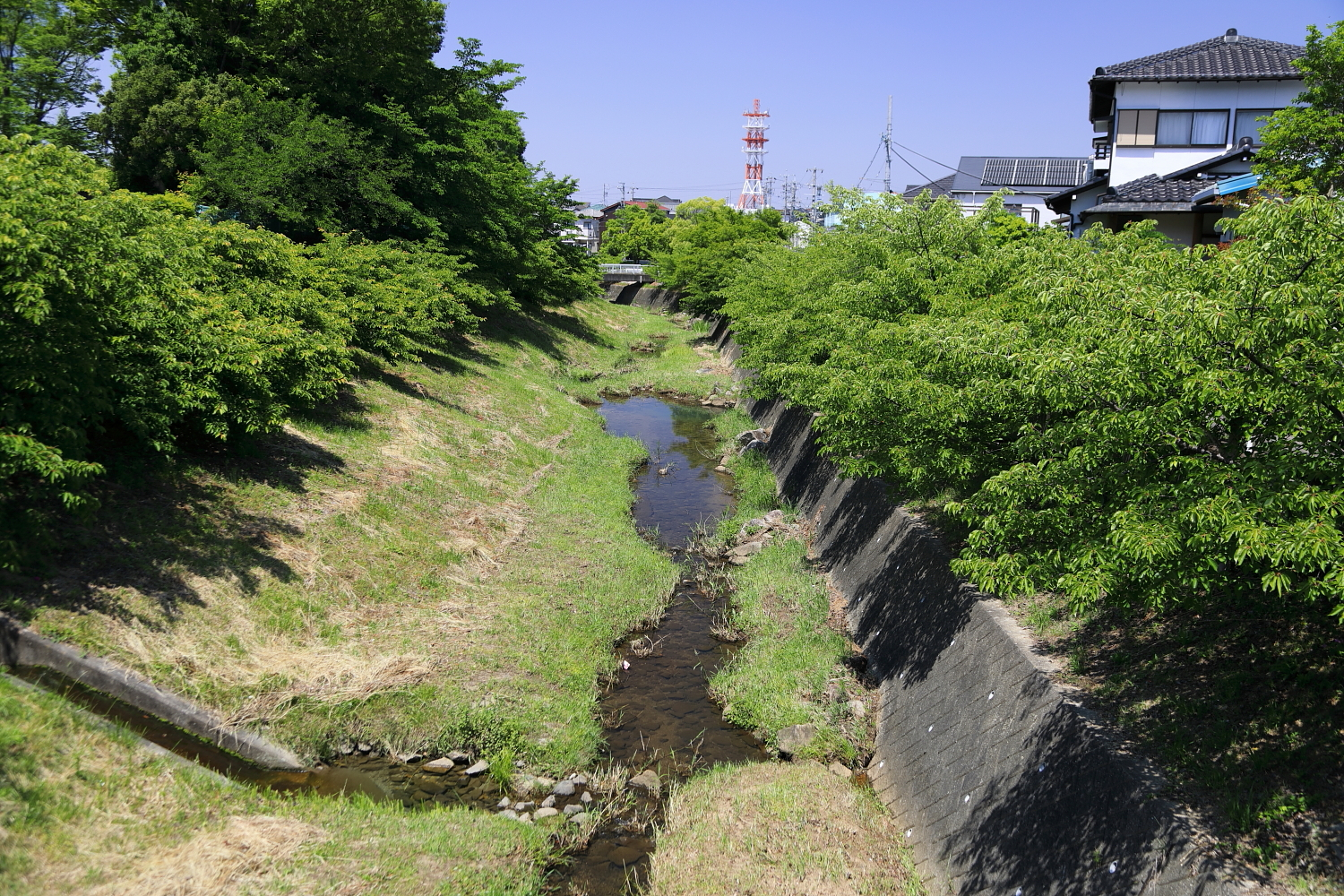
加茂川 （東山町、2019年（令和元年）5月）
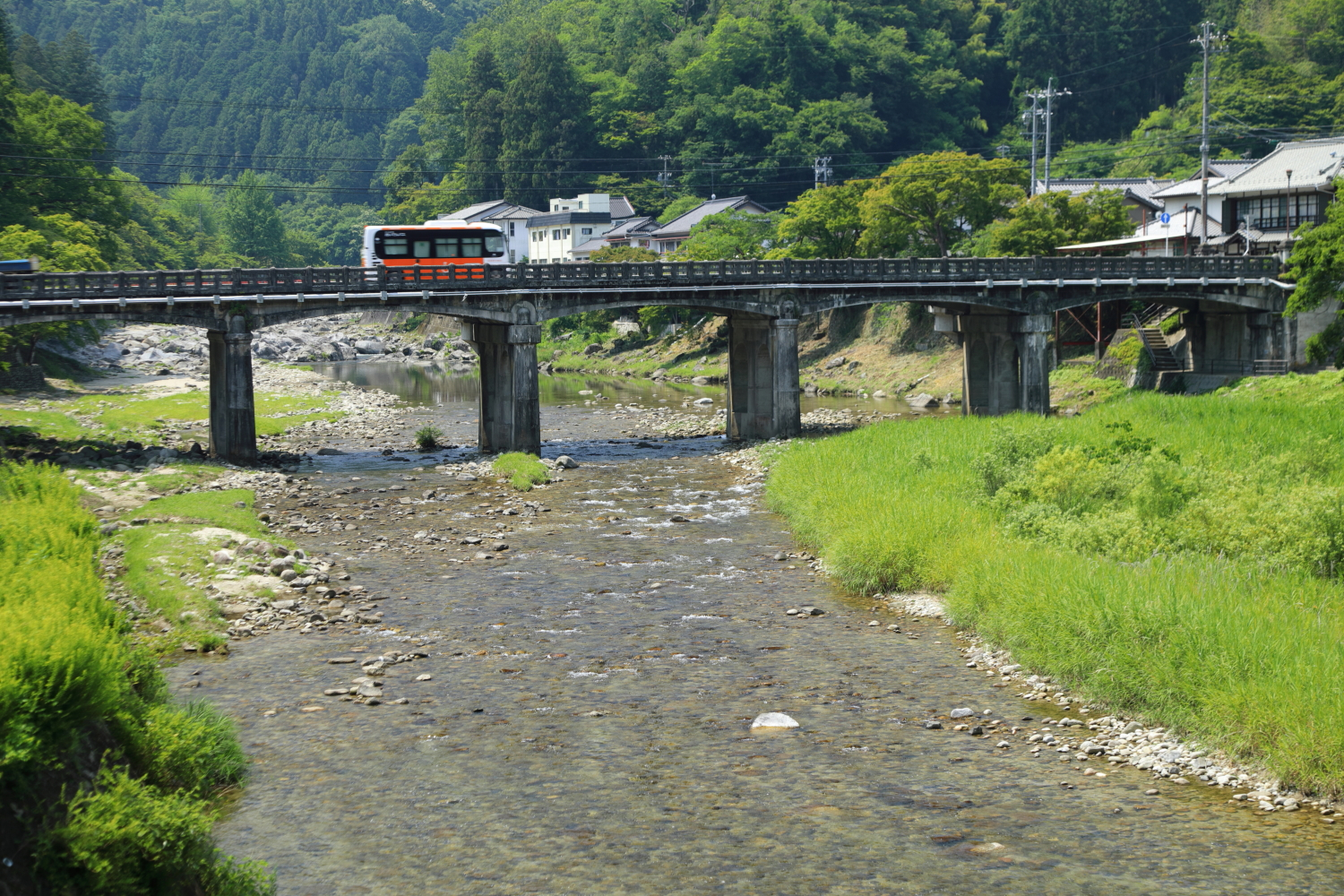
巴川と国道420号巴橋 （足助町、2019年（令和元年）6月）
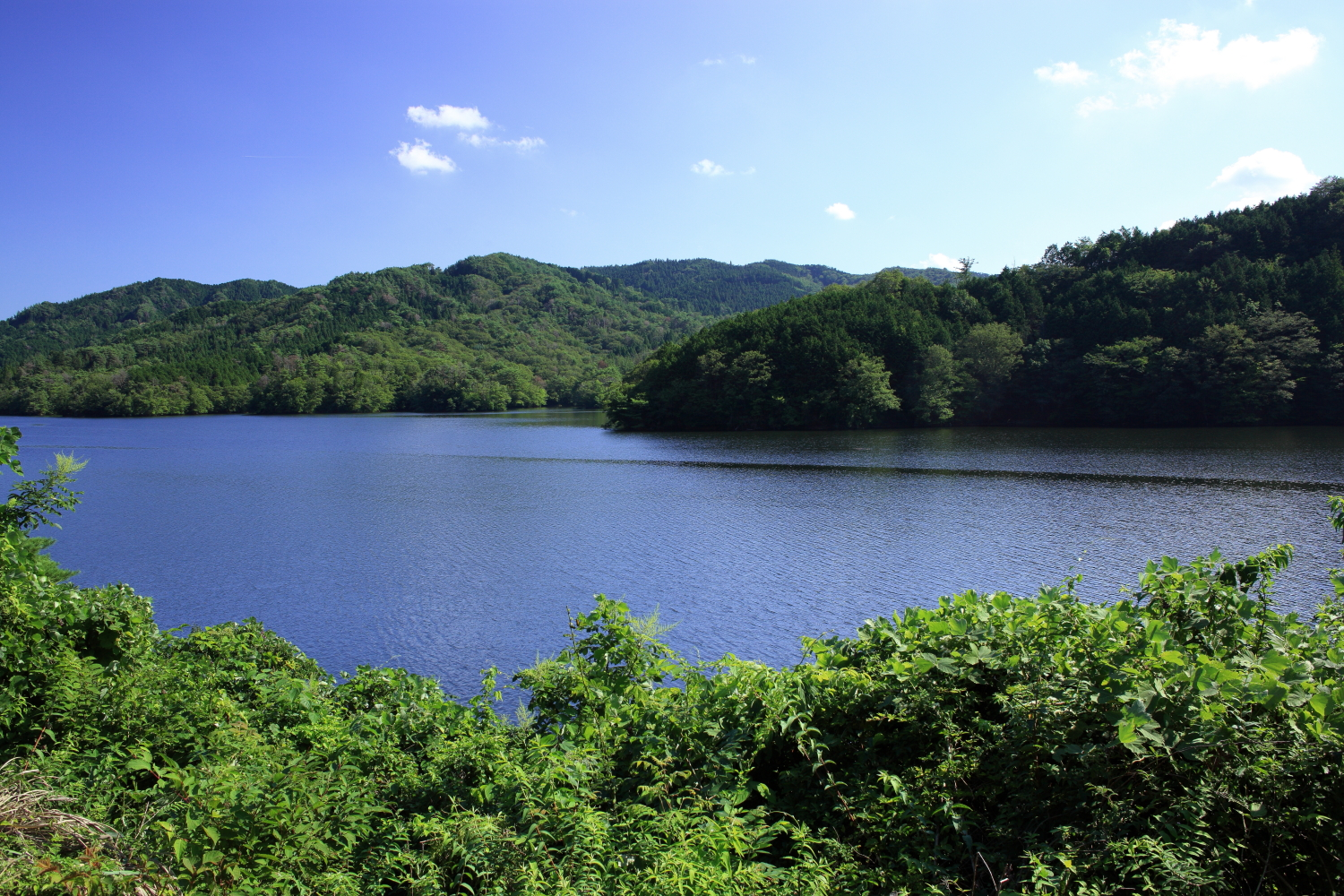
三河湖 （羽布町、2017年（平成29年）8月）
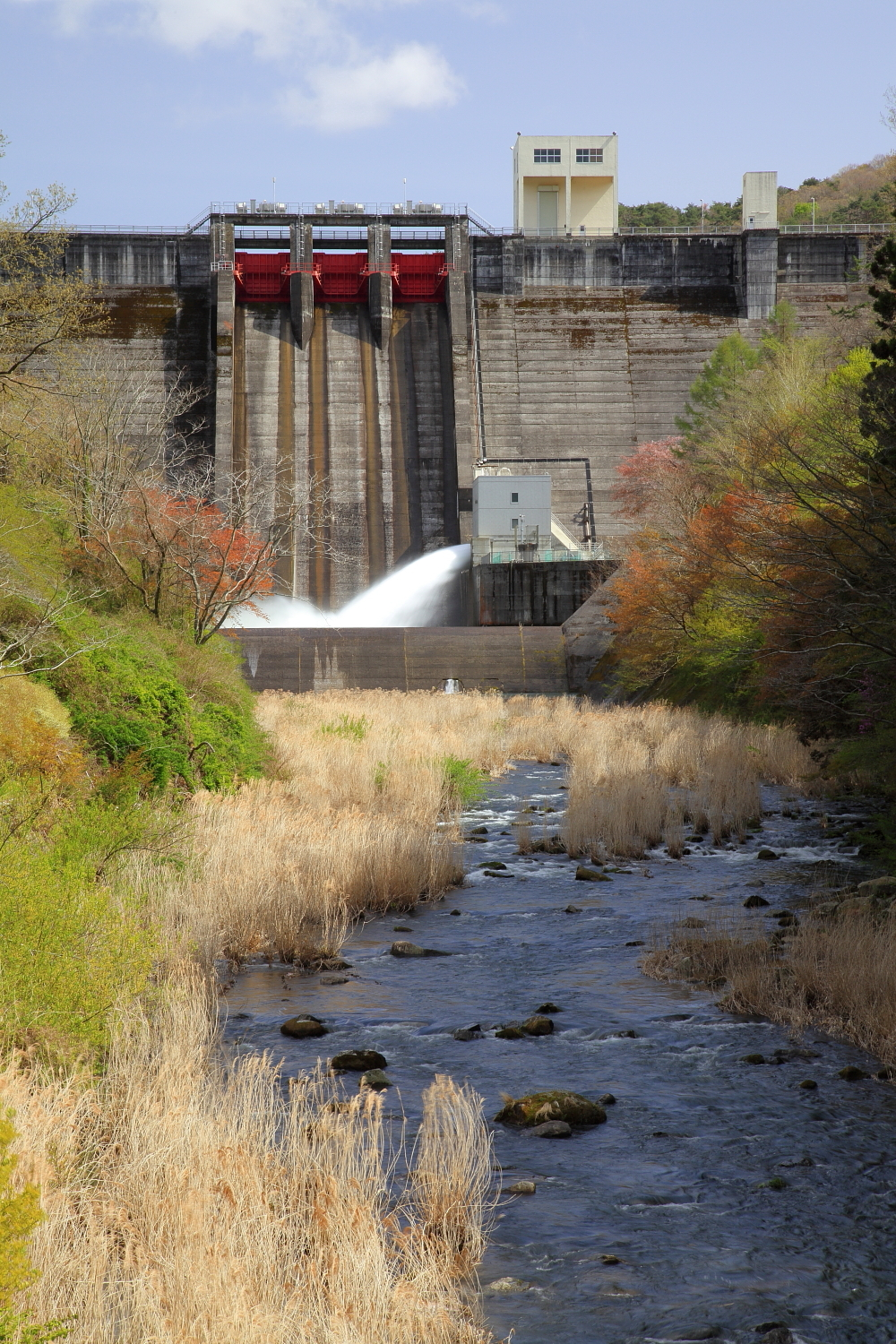
羽布ダム （羽布町、2013年（平成25年）4月）
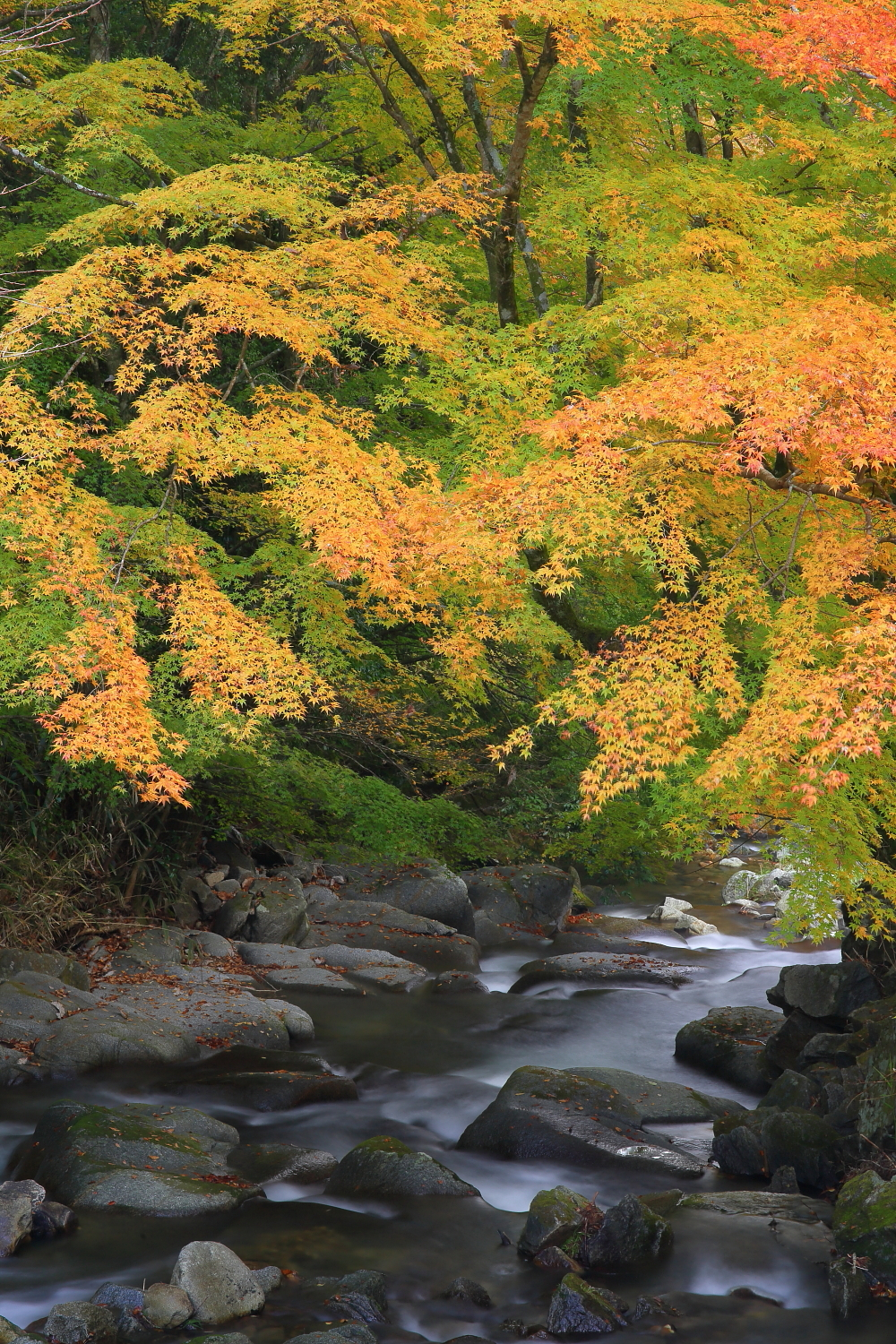
野原川 （阿蔵町、2013年（平成25年）11月）
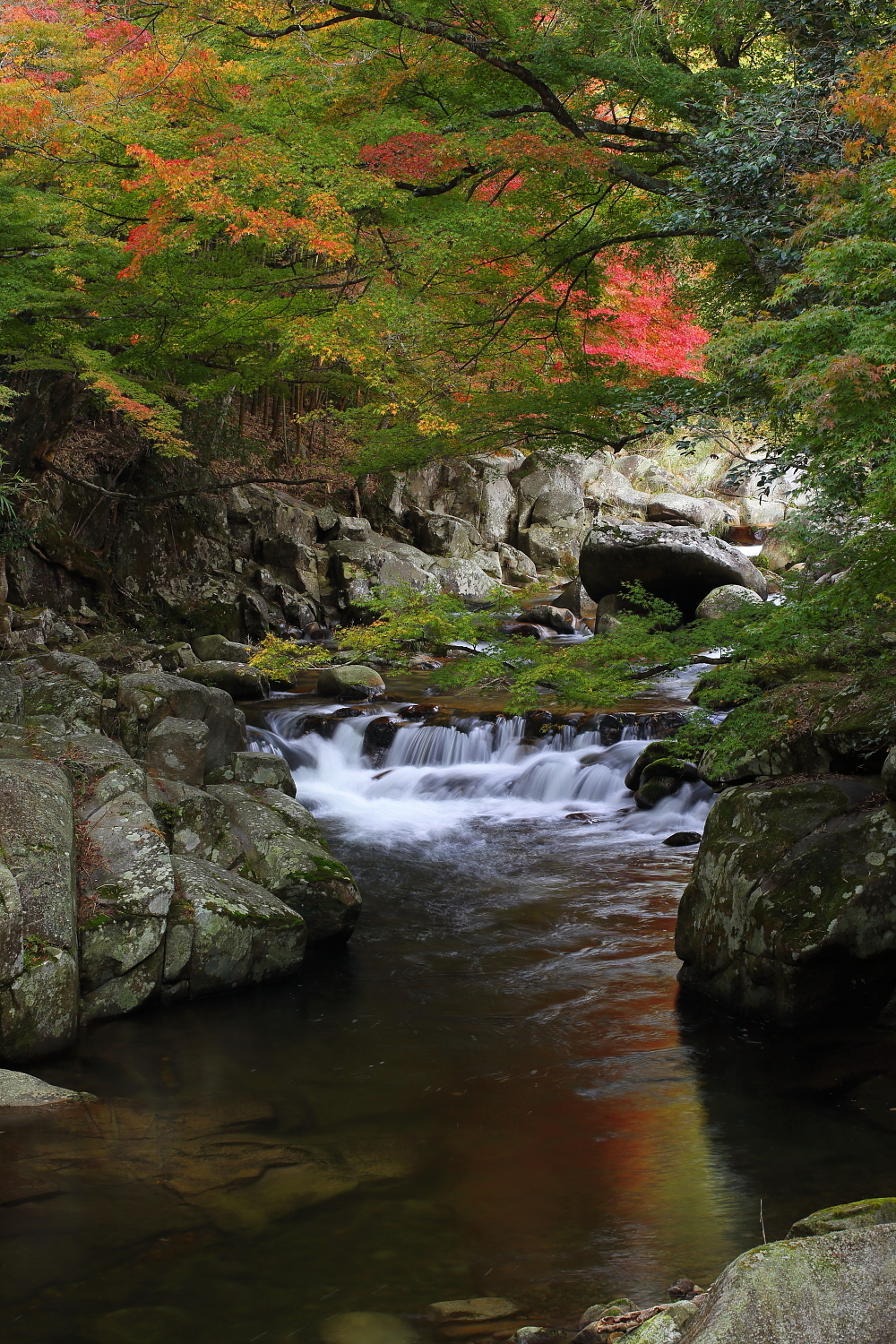
神越川 （御内町、2016年（平成28年）11月）
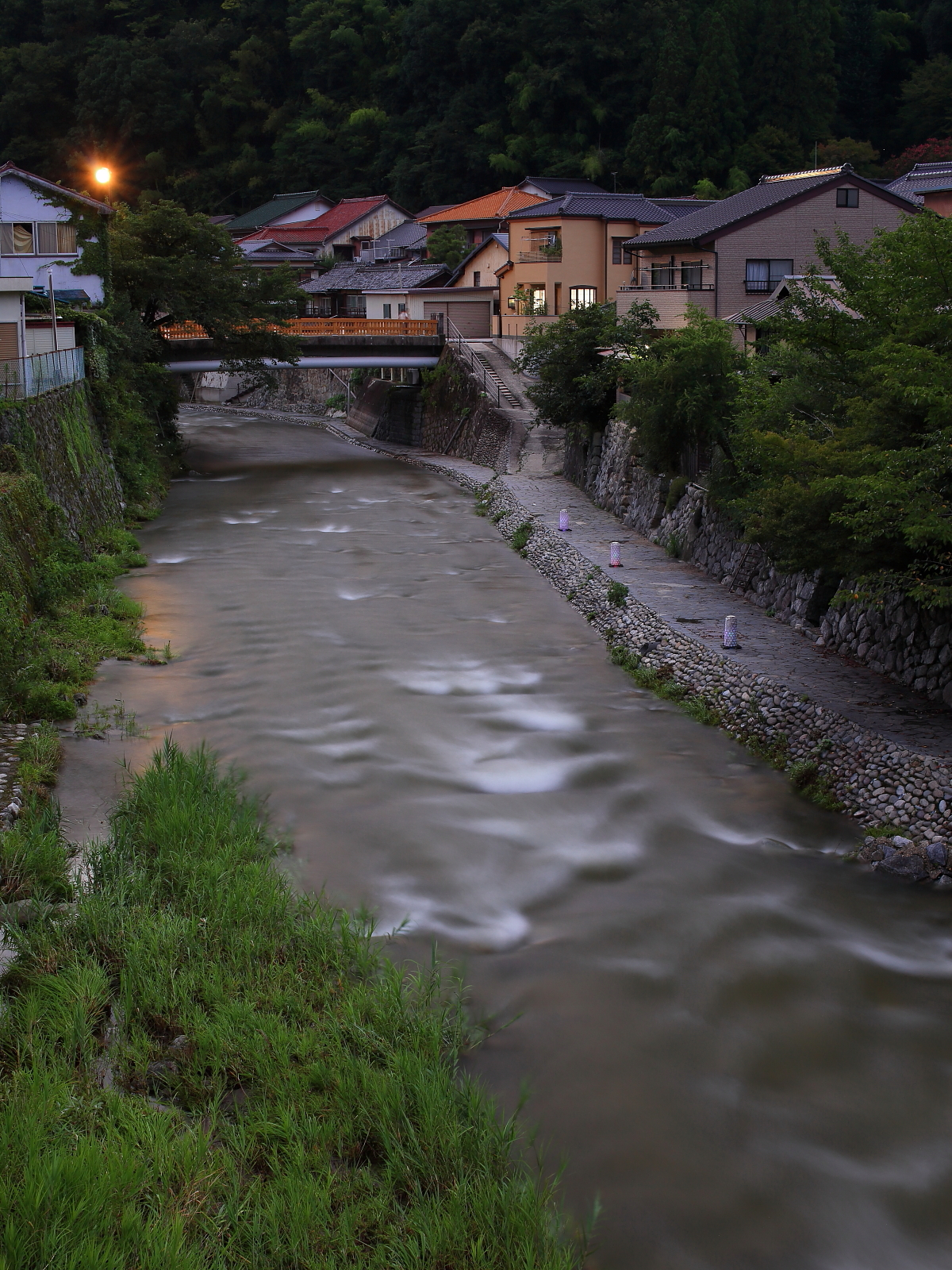
足助川 （足助町、2014年（平成26年）8月）
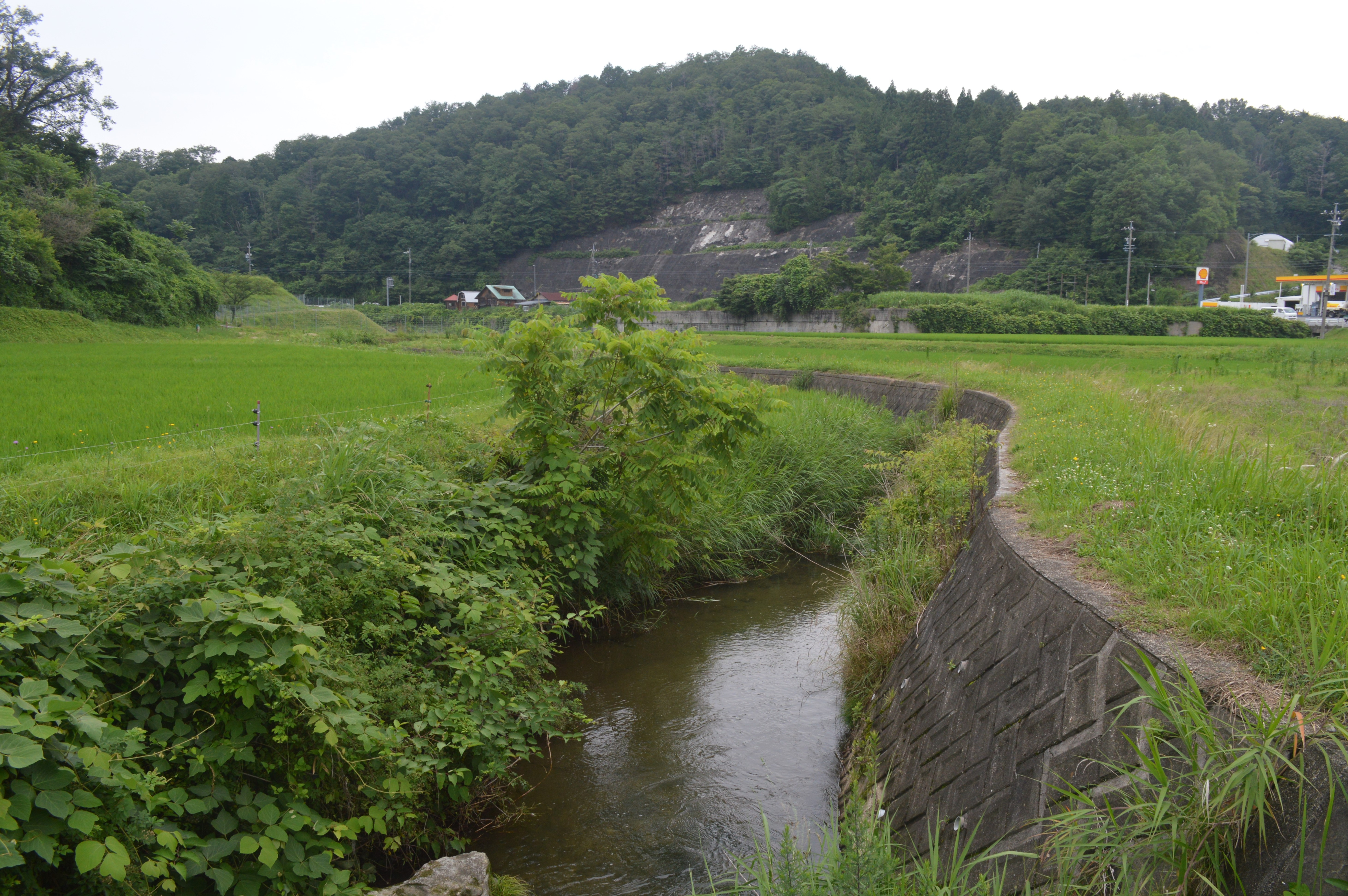
郡界川 （大沼町、2019年（令和元年）7月）
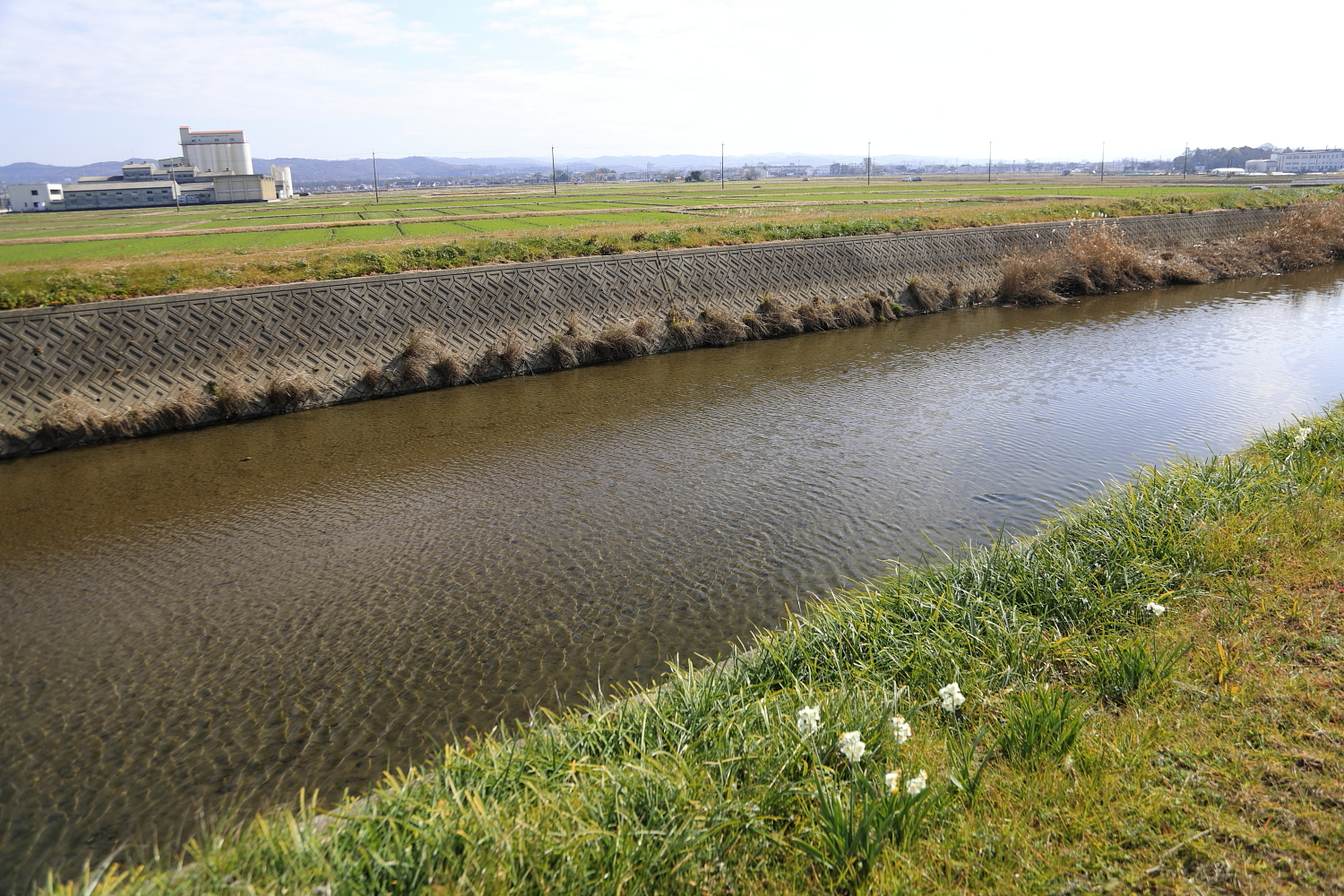
家下川 （上郷町、2019年（平成31年）2月）

##### 二級水系境川水系
- 境川（さかいがわ） - 本川。二級河川。
  - 長田池（おさだいけ） - 境川の源流とされ、田籾町とみよし市黒笹町の境界上にある。
- 逢妻川・逢妻女川（あいづまがわ・あいづまめがわ） - 1次支川。二級河川。
- 布袋子川（ほてごがわ） - 2次支川。二級河川。
- 逢妻男川（あいづまおがわ） - 2次支川。上流部は準用河川、下流部は二級河川。

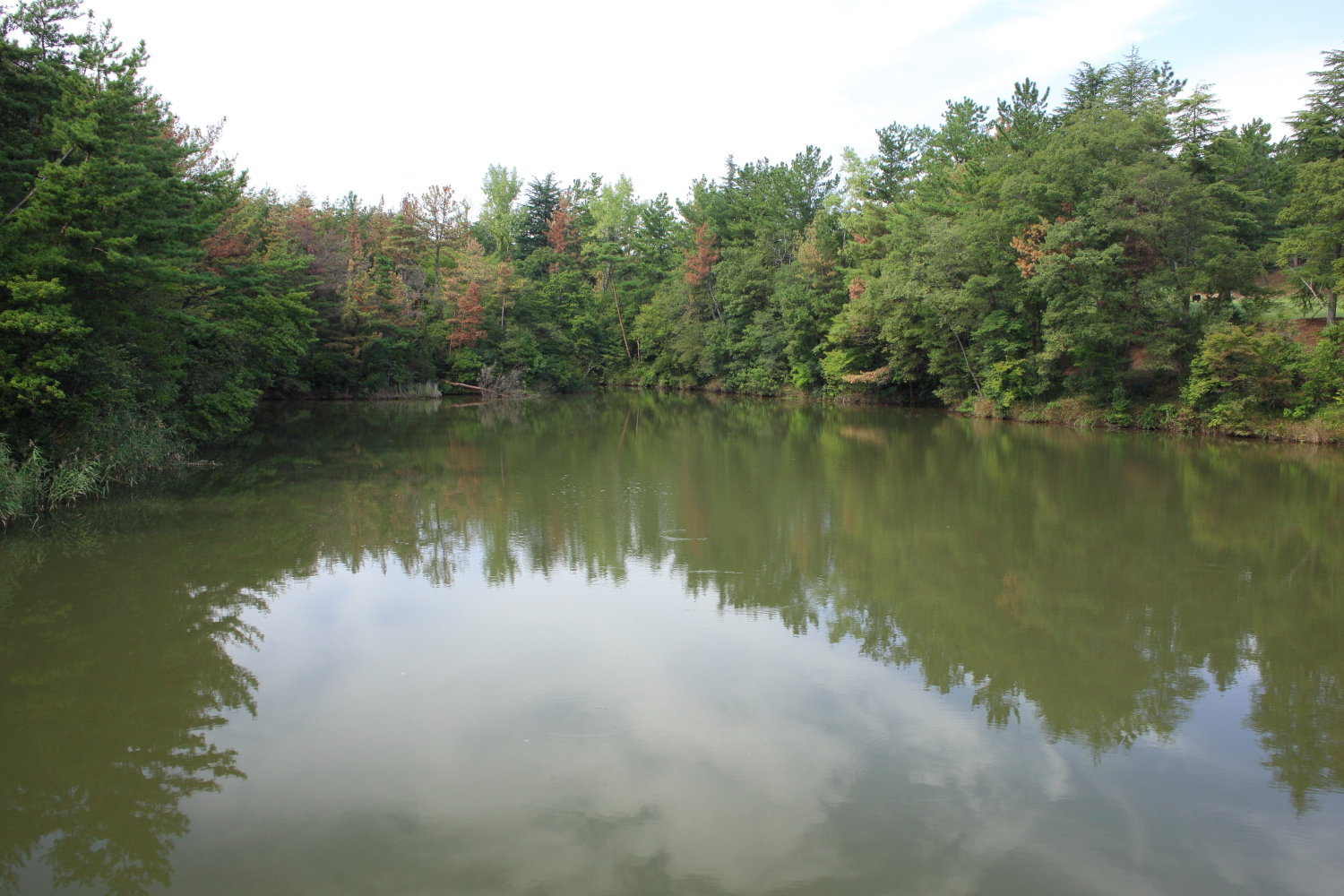
長田池 （みよし市黒笹町、2013年（平成25年）9月）
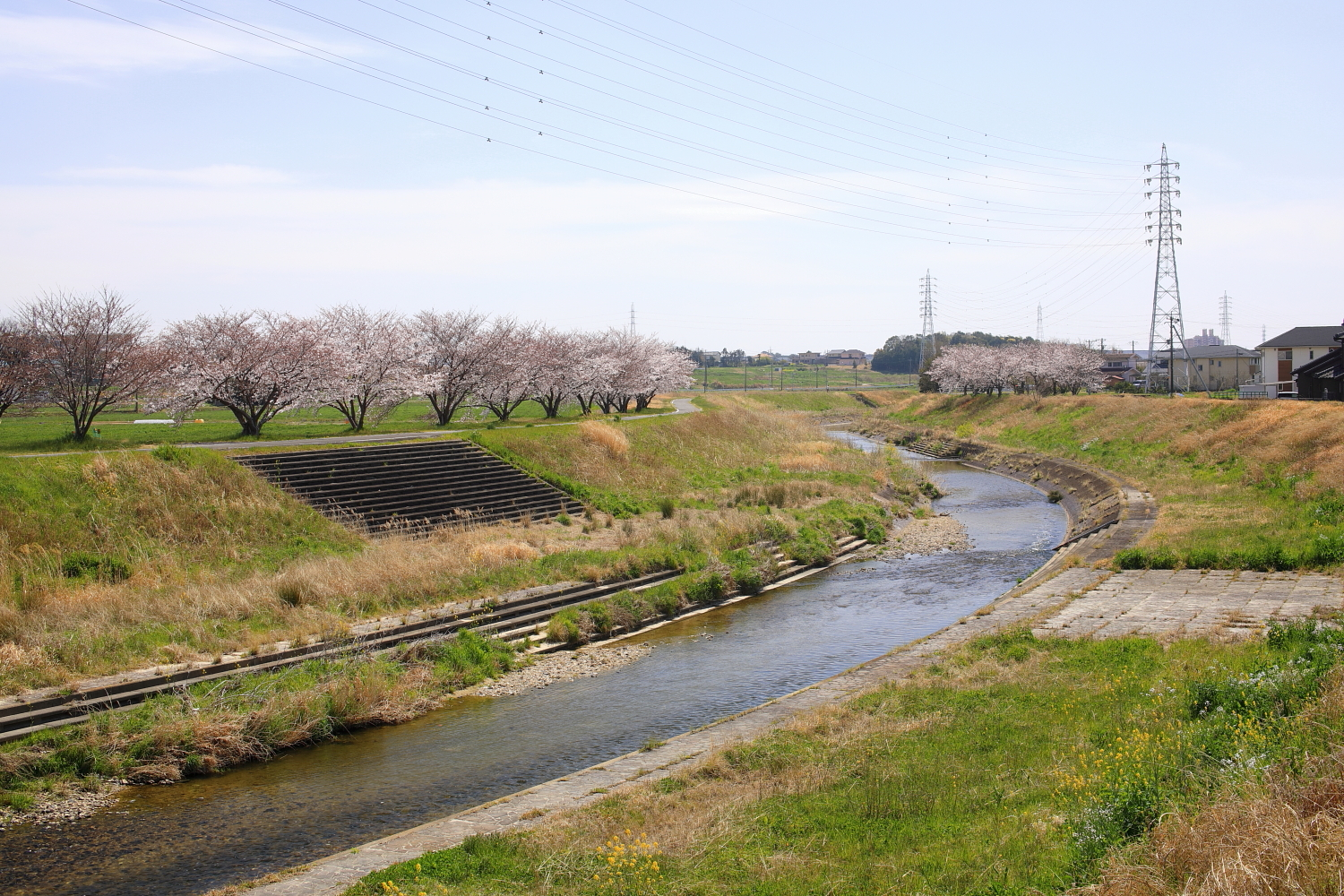
逢妻女川 （本田町、2019年（平成31年）4月）
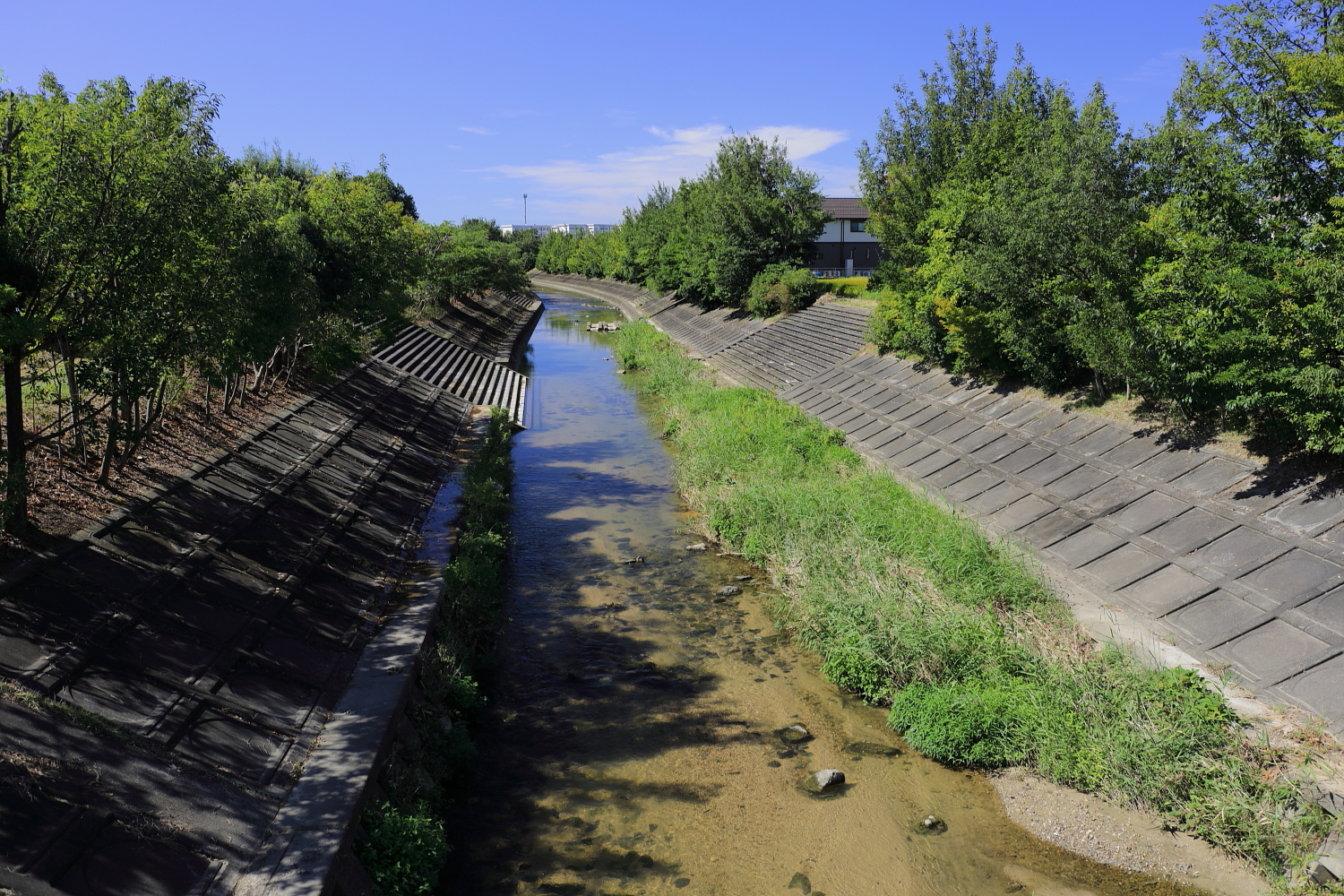
逢妻男川 （若林東町、2019年（令和元年）9月）

##### 二級水系猿渡川水系
- 大風川・猿渡川（おおかぜがわ・さわたりがわ） - 本川。上流部は準用河川、下流部は二級河川。

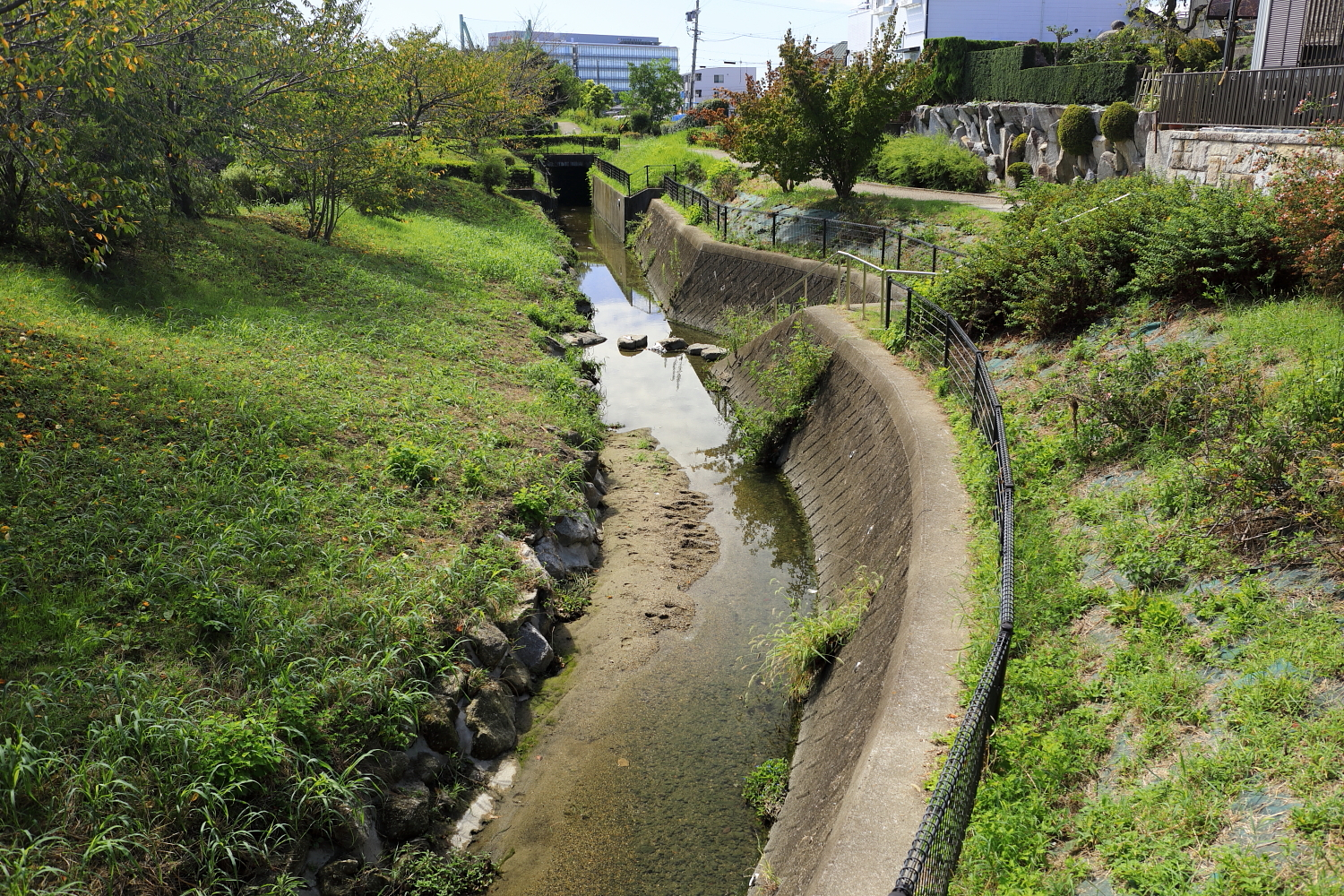
山之手公園を流れる大風川 （山之手、2019年（令和元年）9月）
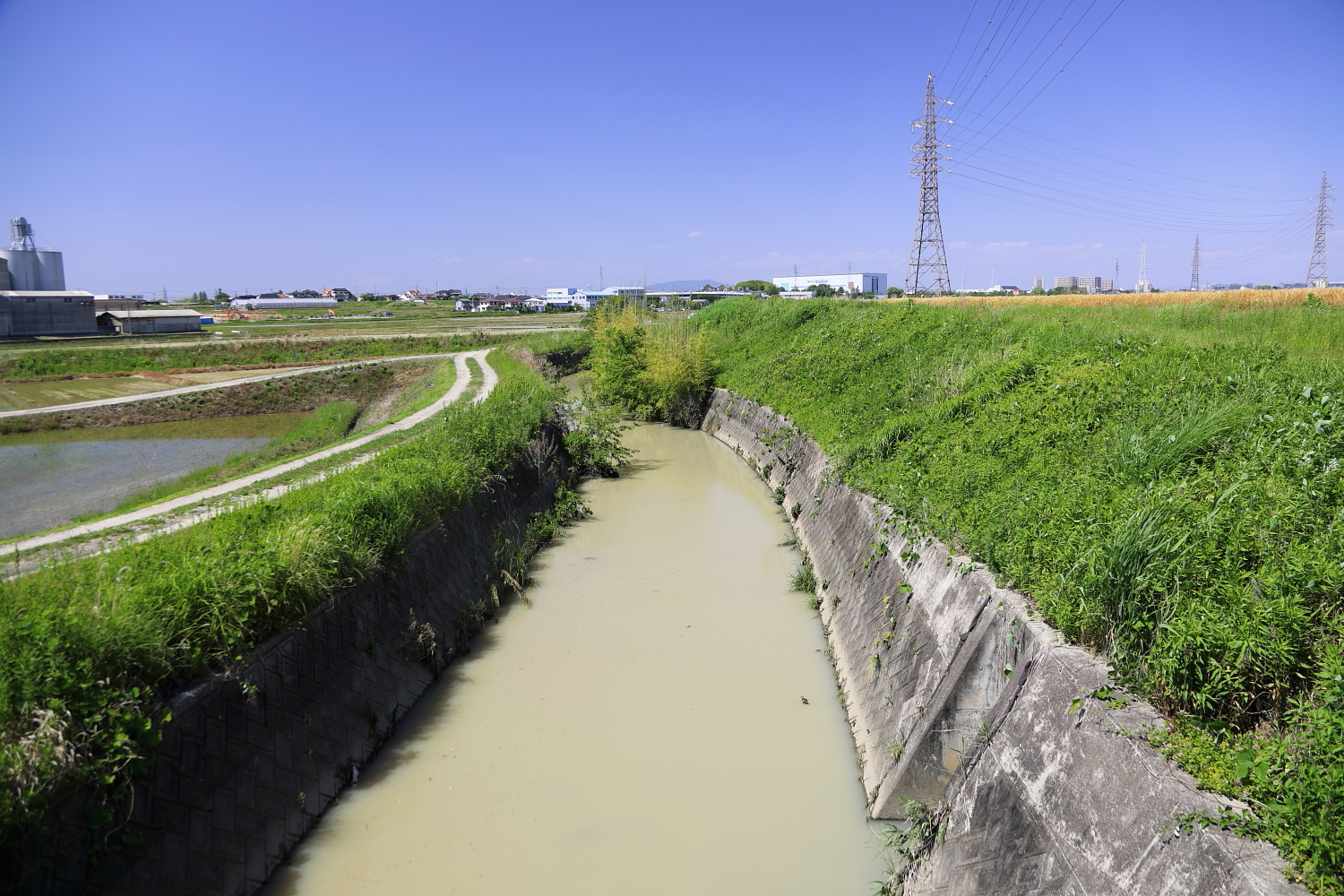
猿渡川 （豊田地域文化広場付近、2019年（令和元年）5月）

### 気候
夏季
- 真夏日（最高気温が30°C以上の日）は、近年名古屋と大きな差は無く、年間70日前後と蒸し暑い日が続く。
- ※過去最高気温 39.8 °C（2022年7月1日）

冬季
- 北西の季節風が吹く。市街地から海まで約30kmと、やや内陸にあるため、-5°C前後まで冷え込む日が年数回、-7°C前後まで冷え込む日が数年に1回ある。雪はそれほど多くなく、晴天で乾燥した日が多い。
- ※過去最低気温 -8.8 °C（1999年2月4日）

山間部
- 夏は市街地に比べ涼しくすごしやすいが、冬は冷え込みが厳しく、面ノ木峠（標高1,200m）では時期によっては樹氷ができる。降水量は平野部に比べやや多く、冬季の降雪も比較的多い。

豊田地区（平野部）
| 豊田市（1991年- 2020年）の気候 | 豊田市（1991年- 2020年）の気候 | 豊田市（1991年- 2020年）の気候 | 豊田市（1991年- 2020年）の気候 | 豊田市（1991年- 2020年）の気候 | 豊田市（1991年- 2020年）の気候 | 豊田市（1991年- 2020年）の気候 | 豊田市（1991年- 2020年）の気候 | 豊田市（1991年- 2020年）の気候 | 豊田市（1991年- 2020年）の気候 | 豊田市（1991年- 2020年）の気候 | 豊田市（1991年- 2020年）の気候 | 豊田市（1991年- 2020年）の気候 | 豊田市（1991年- 2020年）の気候 |
| 月                             | 1月                            | 2月                            | 3月                            | 4月                            | 5月                            | 6月                            | 7月                            | 8月                            | 9月                            | 10月                           | 11月                           | 12月                           | 年                             |
| ------------------------------ | ------------------------------ | ------------------------------ | ------------------------------ | ------------------------------ | ------------------------------ | ------------------------------ | ------------------------------ | ------------------------------ | ------------------------------ | ------------------------------ | ------------------------------ | ------------------------------ | ------------------------------ |
| 最高気温記録 °C （°F）         | 17.8 (64)                      | 22.2 (72)                      | 25.1 (77.2)                    | 30.5 (86.9)                    | 34.4 (93.9)                    | 39.3 (102.7)                   | 39.8 (103.6)                   | 39.6 (103.3)                   | 38.1 (100.6)                   | 34.1 (93.4)                    | 26.5 (79.7)                    | 22.6 (72.7)                    | 39.8 (103.6)                   |
| 平均最高気温 °C （°F）         | 9.1 (48.4)                     | 10.3 (50.5)                    | 14.2 (57.6)                    | 19.9 (67.8)                    | 24.7 (76.5)                    | 27.7 (81.9)                    | 31.5 (88.7)                    | 33.3 (91.9)                    | 29.2 (84.6)                    | 23.3 (73.9)                    | 17.4 (63.3)                    | 11.6 (52.9)                    | 21.0 (69.8)                    |
| 日平均気温 °C （°F）           | 3.6 (38.5)                     | 4.5 (40.1)                     | 8.3 (46.9)                     | 13.7 (56.7)                    | 18.5 (65.3)                    | 22.3 (72.1)                    | 26.3 (79.3)                    | 27.4 (81.3)                    | 23.7 (74.7)                    | 17.6 (63.7)                    | 11.4 (52.5)                    | 5.9 (42.6)                     | 15.3 (59.5)                    |
| 平均最低気温 °C （°F）         | −1.3 (29.7)                    | −0.8 (30.6)                    | 2.4 (36.3)                     | 7.5 (45.5)                     | 12.7 (54.9)                    | 17.8 (64)                      | 22.1 (71.8)                    | 23.0 (73.4)                    | 19.3 (66.7)                    | 12.9 (55.2)                    | 6.3 (43.3)                     | 1.0 (33.8)                     | 10.2 (50.4)                    |
| 最低気温記録 °C （°F）         | −8.6 (16.5)                    | −8.8 (16.2)                    | −5.6 (21.9)                    | −2.6 (27.3)                    | 0.8 (33.4)                     | 8.2 (46.8)                     | 14.7 (58.5)                    | 14.1 (57.4)                    | 6.5 (43.7)                     | 1.1 (34)                       | −2.5 (27.5)                    | −7.6 (18.3)                    | −8.8 (16.2)                    |
| 降水量 mm （inch）             | 48.0 (1.89)                    | 61.2 (2.409)                   | 112.0 (4.409)                  | 119.5 (4.705)                  | 142.2 (5.598)                  | 183.6 (7.228)                  | 195.3 (7.689)                  | 125.8 (4.953)                  | 201.8 (7.945)                  | 152.8 (6.016)                  | 75.9 (2.988)                   | 52.6 (2.071)                   | 1,470.4 (57.89)                |
| 平均月間日照時間               | 171.6                          | 175.0                          | 198.7                          | 203.0                          | 202.6                          | 148.5                          | 172.1                          | 209.6                          | 161.6                          | 168.6                          | 166.2                          | 165.9                          | 2,143.3                        |
| 出典：気象庁                   |                                |                                |                                |                                |                                |                                |                                |                                |                                |                                |                                |                                |                                |

稲武地区（山間部）
| 稲武（1991年 - 2020年）の気候 | 稲武（1991年 - 2020年）の気候 | 稲武（1991年 - 2020年）の気候 | 稲武（1991年 - 2020年）の気候 | 稲武（1991年 - 2020年）の気候 | 稲武（1991年 - 2020年）の気候 | 稲武（1991年 - 2020年）の気候 | 稲武（1991年 - 2020年）の気候 | 稲武（1991年 - 2020年）の気候 | 稲武（1991年 - 2020年）の気候 | 稲武（1991年 - 2020年）の気候 | 稲武（1991年 - 2020年）の気候 | 稲武（1991年 - 2020年）の気候 | 稲武（1991年 - 2020年）の気候 |
| 月                            | 1月                           | 2月                           | 3月                           | 4月                           | 5月                           | 6月                           | 7月                           | 8月                           | 9月                           | 10月                          | 11月                          | 12月                          | 年                            |
| ----------------------------- | ----------------------------- | ----------------------------- | ----------------------------- | ----------------------------- | ----------------------------- | ----------------------------- | ----------------------------- | ----------------------------- | ----------------------------- | ----------------------------- | ----------------------------- | ----------------------------- | ----------------------------- |
| 最高気温記録 °C （°F）        | 15.3 (59.5)                   | 18.2 (64.8)                   | 24.1 (75.4)                   | 27.4 (81.3)                   | 30.5 (86.9)                   | 34.7 (94.5)                   | 35.5 (95.9)                   | 35.1 (95.2)                   | 33.6 (92.5)                   | 29.4 (84.9)                   | 22.7 (72.9)                   | 19.7 (67.5)                   | 35.5 (95.9)                   |
| 平均最高気温 °C （°F）        | 5.4 (41.7)                    | 6.9 (44.4)                    | 11.1 (52)                     | 16.9 (62.4)                   | 21.5 (70.7)                   | 24.4 (75.9)                   | 28.0 (82.4)                   | 29.4 (84.9)                   | 25.8 (78.4)                   | 20.2 (68.4)                   | 14.3 (57.7)                   | 8.2 (46.8)                    | 17.7 (63.9)                   |
| 日平均気温 °C （°F）          | 0.2 (32.4)                    | 1.0 (33.8)                    | 4.8 (40.6)                    | 10.2 (50.4)                   | 15.2 (59.4)                   | 19.1 (66.4)                   | 22.9 (73.2)                   | 23.7 (74.7)                   | 20.1 (68.2)                   | 14.1 (57.4)                   | 7.8 (46)                      | 2.5 (36.5)                    | 11.8 (53.2)                   |
| 平均最低気温 °C （°F）        | −4.1 (24.6)                   | −3.9 (25)                     | −0.7 (30.7)                   | 3.9 (39)                      | 9.3 (48.7)                    | 14.7 (58.5)                   | 18.9 (66)                     | 19.6 (67.3)                   | 16.1 (61)                     | 9.5 (49.1)                    | 2.8 (37)                      | −1.9 (28.6)                   | 7.0 (44.6)                    |
| 最低気温記録 °C （°F）        | −13.9 (7)                     | −16.1 (3)                     | −11.2 (11.8)                  | −5.7 (21.7)                   | −0.9 (30.4)                   | 4.3 (39.7)                    | 11.3 (52.3)                   | 9.6 (49.3)                    | 3.8 (38.8)                    | −1.8 (28.8)                   | −6.5 (20.3)                   | −12.0 (10.4)                  | −16.1 (3)                     |
| 降水量 mm （inch）            | 69.7 (2.744)                  | 85.8 (3.378)                  | 160.6 (6.323)                 | 157.8 (6.213)                 | 169.4 (6.669)                 | 223.8 (8.811)                 | 281.8 (11.094)                | 214.4 (8.441)                 | 296.3 (11.665)                | 190.5 (7.5)                   | 99.4 (3.913)                  | 76.8 (3.024)                  | 2,026.2 (79.772)              |
| 平均月間日照時間              | 143.9                         | 157.3                         | 183.6                         | 195.2                         | 193.4                         | 136.3                         | 154.3                         | 187.4                         | 149.4                         | 156.3                         | 153.1                         | 139.4                         | 1,949.7                       |
| 出典：気象庁                  |                               |                               |                               |                               |                               |                               |                               |                               |                               |                               |                               |                               |                               |

### 地域

#### 地名
市内の町名
現行の町名については豊田市の町名の一覧を、地名の変遷については豊田市の地名の変遷を参照。

#### 地域会議
- 逢妻（あいづま）地域会議
- 朝日丘（あさひがおか）地域会議
- 井郷（いさと）地域会議
- 石野（いしの）地域会議
- 梅坪台（うめつぼだい）地域会議
- 上郷（かみごう）地域会議
- 猿投（さなげ）地域会議
- 猿投台（さなげだい）地域会議
- 末野原（すえのはら）地域会議
- 崇化館（そうかかん）地域会議
- 高橋（たかはし）地域会議
- 豊南（ほうなん）地域会議
- 保見（ほみ）地域会議
- 前林（まえばやし）地域会議
- 益富（ますとみ）地域会議
- 松平（まつだいら）地域会議
- 美里（みさと）地域会議
- 竜神（りゅうじん）地域会議
- 若園（わかぞの）地域会議
- 若林（わかばやし）地域会議
- 藤岡（ふじおか）地域会議
- 小原（おばら）地域会議
- 足助（あすけ）地域会議
- 下山（しもやま）地域会議
- 旭（あさひ）地域会議
- 稲武（いなぶ）地域会議
- 藤岡南（ふじおかみなみ）地域会議
- 浄水（じょうすい）地域会議

#### 高齢者支援施設
- 豊田市基幹包括支援センター
- 地域包括支援センター
- ひまわり邸地域包括支援センター
- 豊田地域ケア支援センター
- 豊田厚生地域包括支援センター
- 社協包括支援センター
- ほっとかん地域包括支援センター
- トヨタ地域包括支援センター
- 地域包括支援センターくらがいけ
- 地域包括支援センターとよた苑
- 地域包括支援センターかずえの郷
- ひまわりの街地域包括支援センター
- みなみ福寿園地域包括支援センター
- わかばやし園地域包括支援センター
- つつみ園地域包括支援センター
- みのり園地域包括支援センター
- こささの里地域包括支援センター
- 豊田福寿園地域包括支援センター
- 石野の里地域包括支援センター
- 地域包括支援センター猿投の楽園
- 地域包括支援センター保見の里
- 笑いの家地域包括支援センター
- ふじのさと包括支援センター
- 地域包括支援センター藤岡の楽園
- ふくしの里包括支援センター
- 足助地域包括支援センター
- まどいの丘包括支援センター
- ぬくもりの里包括支援センター
- いなぶ包括支援センター

#### 高齢者福祉施設
高齢者福祉施設

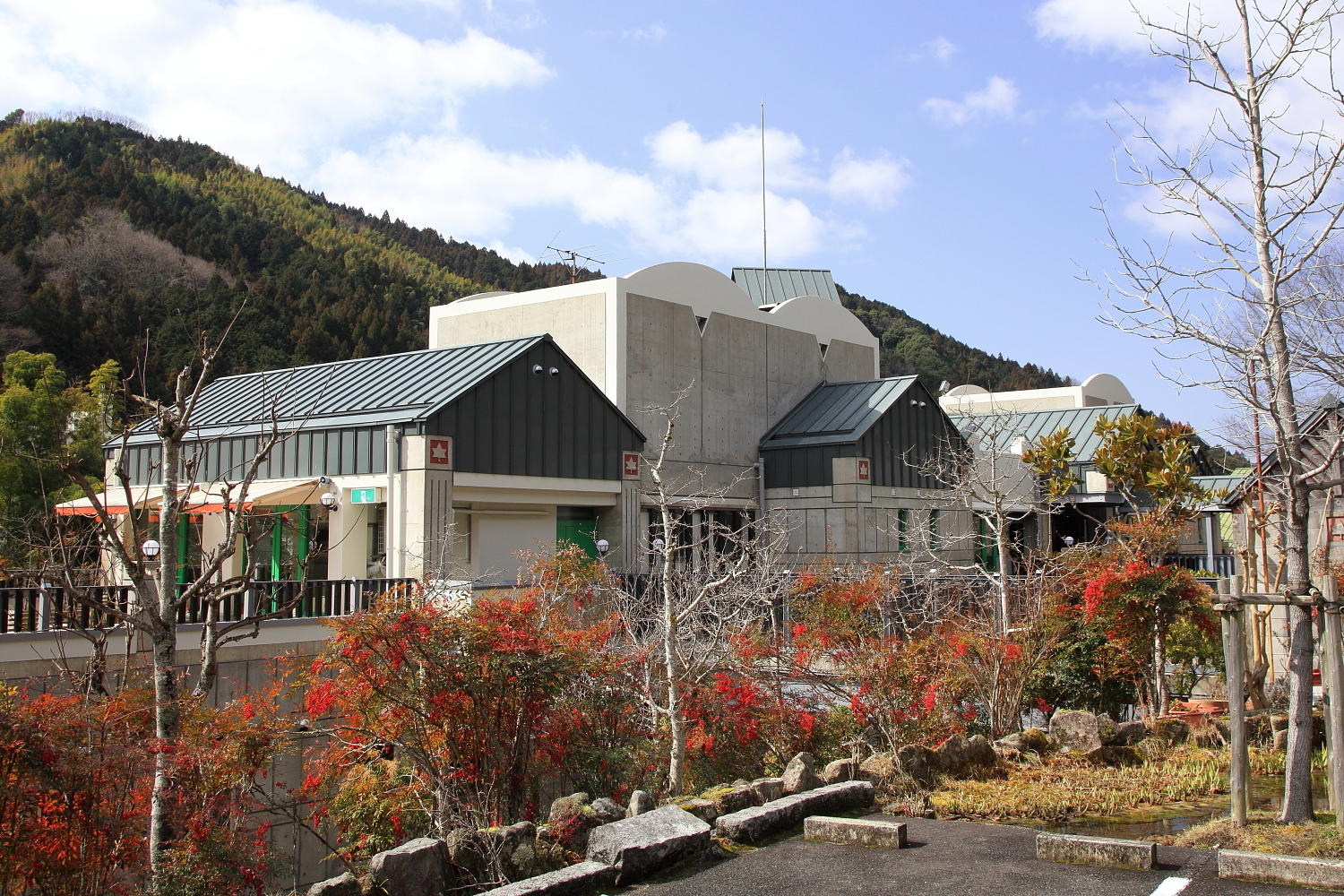
百年草
（足助町、2012年（平成24年）3月）

- 豊田市老人福祉センター　豊寿園 - 渡刈町
- 豊田市老人福祉センター　ぬくもりの里 - 池島町
- 豊田市稲武福祉センター - 桑原町
- 百年草・足助まめだ館 - 足助町
- 豊田市高齢者温泉休養施設　寿楽荘
- 豊田市福祉就業センター　ふれあいの家 - 喜多町
- 豊田市福祉就業センター　山室花はうす - 室町
- 養護老人ホーム　若草苑 - 若草町
- 老人憩の家　あさひ荘 - 加塩町
- 特定民間施設　豊田ほっとかん - 本新町
- 軽費老人ホーム　ケアハウス豊田
- 軽費老人ホーム　ケアハウスみなみ

特別養護老人ホーム(介護老人福祉施設）
- 特別養護老人ホーム豊田福寿園 - 高町
- 特別養護老人ホームみなみ福寿園 - 永覚新町
- 特別養護老人ホームひまわりの街 - 本町
- 特別養護老人ホームひまわり邸 - 栄生町
- 特別養護老人ホームとよた苑 - 野見山町
- 特別養護老人ホーム第2とよた苑 - 大清水町
- 特別養護老人ホーム保見の里 - 保見町
- 特別養護老人ホームすばる - 本新町
- 特別養護老人ホーム第２すばる - 上丘町
- 特別養護老人ホーム豊水園 - 今町
- 特別養護老人ホーム笑いの家 - 滝脇町
- 特別養護老人ホーム小原安立 - 沢田町
- 特別養護老人ホーム豊田みのり園 - 中根町
- 特別養護老人ホーム豊田つつみ園 - 堤町
- 特別養護老人ホーム豊田わかばやし園 - 若林西町
- 特別養護老人ホーム巴の里 - 岩神町
- 特別養護老人ホーム石野の里 - 東広瀬町
- 特別養護老人ホームくらがいけ - 岩滝町
- 特別養護老人ホームアメニティ豊田駅前 - 喜多町
- 特別養護老人ホームうねべの里 - 畝部西町
- 特別養護老人ホームこささの里 - 越戸町
- 特別養護老人ホーム猿投の楽園 - 加納町
- 特別養護老人ホーム益富の楽園 - 古瀬間町
- 特別養護老人ホーム藤岡の楽園 - 西中山町
- 特別養護老人ホーム三九園 - 本地町
- ユニット型特別養護老人ホーム三九園 - 本地町

介護老人保健施設
- 豊田老人保健施設 - 川田町
- 老人保健施設ジョイステイ - 平和町
- 老人保健施設ウェルビー - 四郷町
- 老人保健施設かずえの郷 - 和会町
- 高岡介護老人保健施設 - 広田町
- 介護老人保健施設フジオカ - 御作町
- 介護老人保健施設さなげ - 浄水町
- ユニット型介護老人保健施設さなげ - 浄水町

#### 児童養護施設
- 梅ヶ丘学園 - 梅坪町

### 人口
| |                                        |  |
| 豊田市と全国の年齢別人口分布（2005年） | 豊田市の年齢・男女別人口分布（2005年） |  |
| ■紫色 ― 豊田市 ■緑色 ― 日本全国 | ■青色 ― 男性 ■赤色 ― 女性              |  |
| 豊田市（に相当する地域）の人口の推移 \| 1970年（昭和45年） \| 234,078人 \| \| \| 1975年（昭和50年） \| 283,412人 \| \| \| 1980年（昭和55年） \| 315,871人 \| \| \| 1985年（昭和60年） \| 344,105人 \| \| \| 1990年（平成2年） \| 370,858人 \| \| \| 1995年（平成7年） \| 383,800人 \| \| \| 2000年（平成12年） \| 395,224人 \| \| \| 2005年（平成17年） \| 412,141人 \| \| \| 2010年（平成22年） \| 421,487人 \| \| \| 2015年（平成27年） \| 422,542人 \| \| \| 2020年（令和2年） \| 422,330人 \| \| |                                        |  |
| 総務省統計局 国勢調査より |                                        |  |
| 1970年（昭和45年） | 234,078人                              |  |
| 1975年（昭和50年） | 283,412人                              |  |
| 1980年（昭和55年） | 315,871人                              |  |
| 1985年（昭和60年） | 344,105人                              |  |
| 1990年（平成2年） | 370,858人                              |  |
| 1995年（平成7年） | 383,800人                              |  |
| 2000年（平成12年） | 395,224人                              |  |
| 2005年（平成17年） | 412,141人                              |  |
| 2010年（平成22年） | 421,487人                              |  |
| 2015年（平成27年） | 422,542人                              |  |
| 2020年（令和2年） | 422,330人                              |  |

#### 人口比率
- 男性人口：219,286人（2014年3月1日）[13]
- 女性人口：202,302人（2014年3月1日）[13]
- 世帯数：168,386世帯（2014年3月1日）[13]
- 外国人登録人口：15,220人、8,371世帯（2006年12月31日）

### 隣接自治体
愛知県
- 安城市
- 岡崎市
- 刈谷市
- 新城市
- 瀬戸市
- 知立市
- 日進市
- みよし市
- 長久手市
- 北設楽郡：設楽町

岐阜県
- 恵那市
- 土岐市
- 瑞浪市

長野県
- 下伊那郡：根羽村

## 歴史

### 原始・古代
市域では、古くから人の活動が見られ、水入遺跡等から後期旧石器時代の石器が発掘されている。隆起線文土器等が発掘された、酒呑ジュリンナ遺跡は、縄文時代の遺跡としては愛知県内最古のものである。弥生時代には梅坪遺跡等の環濠集落も現れた。また高橋遺跡は、弥生時代の集落跡として三河地方最大級である。古墳時代、児ノ口社には落別王墓とされる前方後円墳が築かれたと伝わる。この他、6世紀に作られた猿投の池田1号墳等、矢作川流域を中心に多数の古墳が造られた。また、古墳時代後期から鎌倉時代初期にかけ猿投窯が作られた。
奈良時代に建立されたとみられる猿投にある国の史跡・舞木廃寺塔跡からは、物部氏菩提寺とされる巨大古代寺院北野廃寺跡（愛知県岡崎市北野町）と同型の瓦が出土している。矢作川東部は、古代に賀茂郡（鴨評）山田郷・高橋郷と呼ばれ、物部氏の西三河における本拠地の1つだったことが、石神遺跡出土の木簡から確認できる。『古事記』には、「衣」「許呂母」（ころも）の地名が登場する。奈良時代の好字二字令によって、挙母（ころも）という表記が用いられるようになった。一説に、三河湾の衣浦は、この衣（ころも）から由来するとも言う。平安時代には、伊保郷、高橋郷、挙母（衣）郷、畝部郷、若林郷等が成立し、その後高橋荘、高橋新荘（足助荘）、碧海荘、重原荘等の荘園が開発された。

### 中世・近世
鎌倉時代、鎌倉幕府重臣の中条氏が高橋荘地頭となり、室町時代にかけて、国人領主の三河鈴木氏や三宅氏を被官として、挙母城を築いて支配した。中条氏は猿投神社に多くの寄進をし、長興寺を菩提寺として建立した。また、足助は平安時代末期に奥三河の大部分を占める足助荘の荘官となった足助氏が、足助城等足助七屋敷を築いて支配したとされる。足助荘は後宇多院領、のち八条院領、大覚寺統領で、足助重範等の足助氏は南朝に与し衰亡し三河鈴木氏に代わった。室町時代、飯盛山の足助氏居館跡には、菩提を弔うため香積寺が建立された。松平郷では国人領主の松平氏が興って、岩津城（岡崎市岩津町）に進出すると松平郷松平家が分家され置かれた。
戦国時代、明応2年（1493年）10月の井田野の戦い（岡崎市井田町）で松平氏宗家第4代松平親忠に敗北して以降中条氏は衰退した。松平郷付近には親忠の子が分家し、大給松平家、滝脇松平家が置かれた。中条氏被官三河鈴木氏は寺部、酒呑、足助等に分家し、寺部城、足助城等を居城としたが、武田信玄や今川氏の傘下等を経て永禄7年（1564年）以降岡崎城の徳川家康家臣となった。同じく足助にまで勢力を伸ばしていた中条氏被官三宅氏も、永禄9年（1558年）以降徳川家康の家臣となった。稲武は、山家三方衆菅沼氏が支配して武節城を築いたが、武田信玄に奪われ、武田氏滅亡後は徳川家康家臣の奥平氏が支配した。
江戸時代、衣（挙母）には挙母藩が置かれ、城下町として栄えた。慶長9年（1604年）に衣に1万石で入部した三宅氏は、現在の名鉄豊田市駅に程近い位置に桜城という城を築いたが、のちに領主の交代に伴い破却された。寛延2年（1749年）に内藤氏が挙母に2万石で入部し、桜城の改修を図ったが、完成直前に矢作川の氾濫により流出した。そのため、内藤家2代・内藤学文（さとふみ）によって、高台の童子山に新たな城である七州城が築かれた。このため城下町の範囲は、旧来の豊田市駅周辺の地域と現在の豊田市美術館や名鉄上挙母駅などを含む地域に大きく二分される。
足助には交代寄合旗本の本多家の治める陣屋（足助陣屋）があった。寺部には尾張藩重臣の渡辺家1万石の陣屋があった。酒呑には旗本酒呑鈴木家の1,120石の陣屋があった。松平郷には、交代寄合旗本松平家の陣屋が置かれた。一時期、市北部の伊保にも伊保藩が置かれたが、短期間で消滅している。また、市内の一部には刈谷藩領、岡崎藩領もあった。

### 近代・現代
昭和

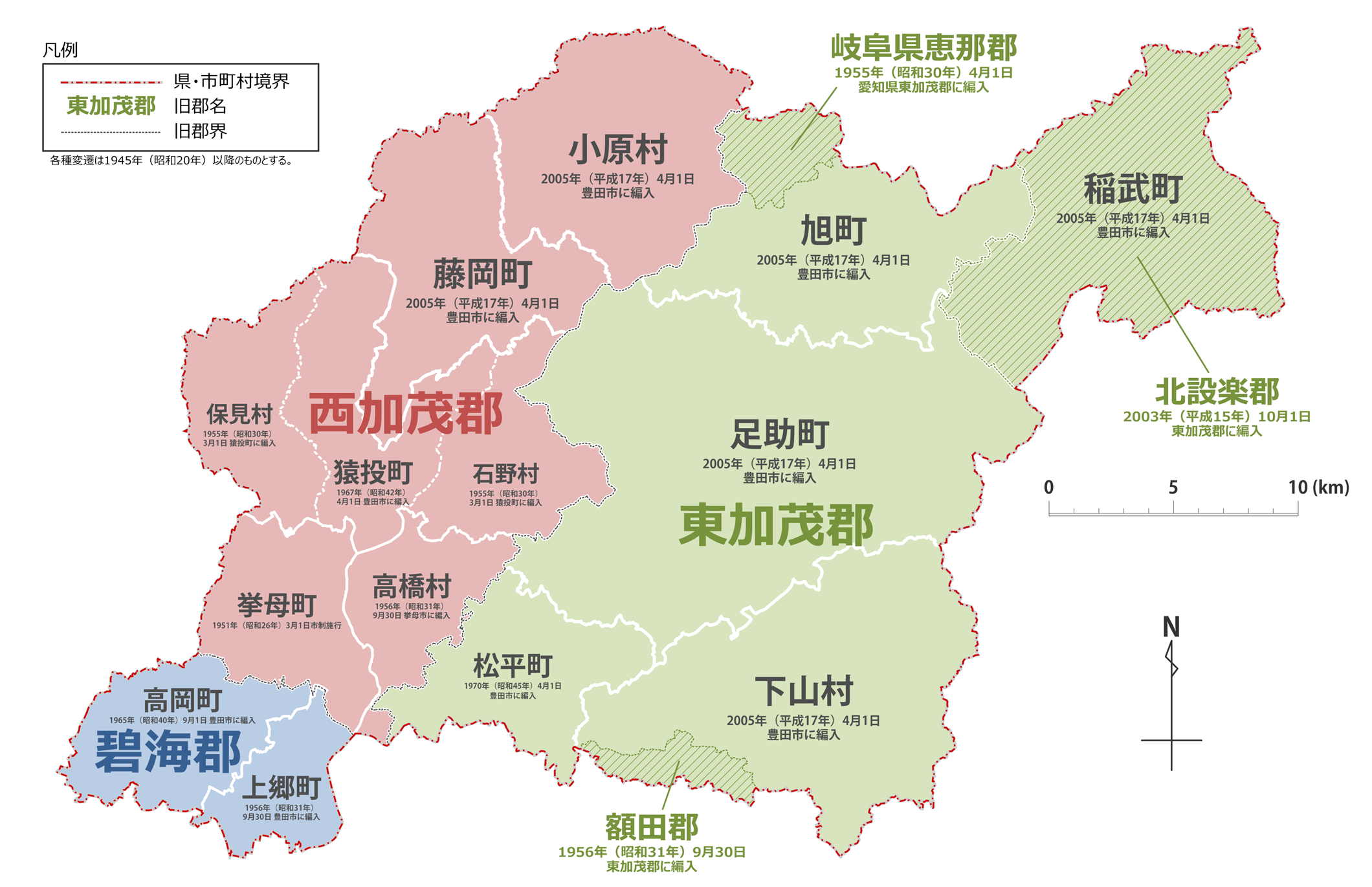
豊田市における市町村合併の経緯

- 1945年（昭和20年）9月27日 - 市内にアメリカ軍第25歩兵師団が進駐[17]。
- 1951年（昭和26年）
  - 3月1日 - 西加茂郡挙母町が挙母市として市制施行。
  - 11月22日 - 市章を制定する[18]。
- 1956年（昭和31年）9月30日 - 西加茂郡高橋村を編入。
- 1957年（昭和32年）4月10日 - 昭和天皇、香淳皇后が市内に行幸啓。トヨタ自動車を視察[19]。
- 1959年（昭和34年）1月1日 - 市名を豊田市に変更。
- 1960年（昭和35年）9月21日 - デトロイト市と姉妹都市提携を結ぶ[20]。
- 1964年（昭和39年）3月1日 - 碧海郡上郷町を編入。
- 1965年（昭和40年）3月 - 市の花をヒマワリに決定。9月1日、碧海郡高岡町を編入。
- 1967年（昭和42年）4月1日 - 西加茂郡猿投町を編入。
- 1968年（昭和43年） - 第1回豊田まつり開催。
- 1970年（昭和45年）4月1日 - 東加茂郡松平町を編入。
- 1972年（昭和47年）7月13日 - 昭和47年7月豪雨により市内で土砂災害が多発。愛知県は豊田市に災害救助法を発動した[21]。
- 1975年（昭和50年） - 豊田市文化芸術センター開館。
- 1979年（昭和54年） - 名鉄豊田新線（現豊田線）が開通。
- 1981年（昭和56年） - 豊田市最大と言われた養蚕工場「加茂蚕糸」閉鎖。豊田市文化芸術センターと新たに建設された大ホールを統合する形で豊田市民文化会館開館。
- 1984年（昭和59年） - 加茂蚕糸跡地に豊田産業文化センター開館。
- 1988年（昭和63年） - 愛知環状鉄道が開業。

平成
- 1995年（平成7年）11月 - 谷口吉生設計による豊田市美術館開館。庭園はピーター・ウォーカーの設計。
- 1998年（平成10年） - 中核市となる。参合館開業、旧豊田市立図書館が豊田中央図書館として平芝町より移転。豊田市能楽堂、豊田市コンサートホール開業。
- 1999年（平成11年） - 豊田大橋が開通。
- 2001年（平成13年） - 豊田スタジアムオープン。
- 2005年（平成17年）
  - 3月6日 - 東部丘陵線（リニモ）が開業。
  - 3月19日 - 東海環状自動車道が開通。
  - 4月1日 - 西加茂郡藤岡町・小原村、東加茂郡足助町・下山村・旭町・稲武町を編入し、現在の豊田市となる。これにより、東加茂郡が消滅。
- 2017年（平成29年）11月25日 - イオンシネマ豊田KiTARAなどが入居する再開発ビル「KiTARA」がオープン。

令和
- 2019年（令和元年） - ラグビーワールドカップ2019が、開催12都市の1つとして、豊田スタジアムで開催。
- 2020年（令和2年）2月から5月 - 新型コロナウイルス感染症に備え、市内の小・中学校、特別支援学校、子ども園で臨時休校が行われた[22]ほか、一部公共施設の閉鎖などの措置が取られた。
- 2022年（令和4年）
  - 新型コロナウイルス感染症の拡大[23]。学校でクラスターの発生が相次ぐ[24][25]。
  - 11月 - 衆議院の10増10減に伴う公職選挙法改正による小選挙区の区割り変更により稲武地区(旧稲武町域)が愛知11区へ変更される。これにより豊田市全域が愛知11区となった。
- 2024年（令和6年）4月26日 - 豊田市郷土資料館と豊田市近代の産業とくらし発見館の機能を統合し、移転した愛知県立豊田東高等学校の跡地に豊田市博物館が開館[26]。

### 自治体の変遷
| 郡                | 明治22年以前 | 明治22年以前 | 明治22年 10月1日 町村制施行 | 明治22年 - 明治33年                | 明治34年 - 大正15年        | 昭和元年 - 昭和64年                      | 昭和元年 - 昭和64年         | 昭和元年 - 昭和64年         | 平成元年 - 現在                                      | 平成元年 - 現在             | 現在   |
| ----------------- | ------------ | ------------ | --------------------------- | ---------------------------------- | -------------------------- | ---------------------------------------- | --------------------------- | --------------------------- | ---------------------------------------------------- | --------------------------- | ------ |
| 西 加 茂 郡       | 挙母村       | 挙母村       | 挙母村                      | 明治25年1月29日 町制 挙母町        | 明治39年7月1日 合併 挙母町 | 昭和26年3月1日 市制 挙母市               | 昭和34年1月1日 改称 豊田市  | 昭和34年1月1日 改称 豊田市  | 豊田市                                               | 豊田市                      | 豊田市 |
| 西 加 茂 郡       | 梅ケ坪村     | 梅ケ坪村     | 梅坪村                      | 梅坪村                             | 明治39年7月1日 合併 挙母町 | 昭和26年3月1日 市制 挙母市               | 昭和34年1月1日 改称 豊田市  | 昭和34年1月1日 改称 豊田市  | 豊田市                                               | 豊田市                      | 豊田市 |
| 西 加 茂 郡       | 本地村       | 本地村       | 逢妻村                      | 逢妻村                             | 明治39年7月1日 合併 挙母町 | 昭和26年3月1日 市制 挙母市               | 昭和34年1月1日 改称 豊田市  | 昭和34年1月1日 改称 豊田市  | 豊田市                                               | 豊田市                      | 豊田市 |
| 西 加 茂 郡       | 土橋村       |              | 逢妻村                      | 逢妻村                             | 明治39年7月1日 合併 挙母町 | 昭和26年3月1日 市制 挙母市               | 昭和34年1月1日 改称 豊田市  | 昭和34年1月1日 改称 豊田市  | 豊田市                                               | 豊田市                      | 豊田市 |
| 西 加 茂 郡       | 千足村       |              | 逢妻村                      | 逢妻村                             | 明治39年7月1日 合併 挙母町 | 昭和26年3月1日 市制 挙母市               | 昭和34年1月1日 改称 豊田市  | 昭和34年1月1日 改称 豊田市  | 豊田市                                               | 豊田市                      | 豊田市 |
| 西 加 茂 郡       | 金谷村       | 金谷村       | 根川村                      | 根川村                             | 明治39年7月1日 合併 挙母町 | 昭和26年3月1日 市制 挙母市               | 昭和34年1月1日 改称 豊田市  | 昭和34年1月1日 改称 豊田市  | 豊田市                                               | 豊田市                      | 豊田市 |
| 西 加 茂 郡       | 下林村       |              | 根川村                      | 根川村                             | 明治39年7月1日 合併 挙母町 | 昭和26年3月1日 市制 挙母市               | 昭和34年1月1日 改称 豊田市  | 昭和34年1月1日 改称 豊田市  | 豊田市                                               | 豊田市                      | 豊田市 |
| 西 加 茂 郡       | 下市場村     |              | 根川村                      | 根川村                             | 明治39年7月1日 合併 挙母町 | 昭和26年3月1日 市制 挙母市               | 昭和34年1月1日 改称 豊田市  | 昭和34年1月1日 改称 豊田市  | 豊田市                                               | 豊田市                      | 豊田市 |
| 西 加 茂 郡       | 長興寺村     |              | 根川村                      | 根川村                             | 明治39年7月1日 合併 挙母町 | 昭和26年3月1日 市制 挙母市               | 昭和34年1月1日 改称 豊田市  | 昭和34年1月1日 改称 豊田市  | 豊田市                                               | 豊田市                      | 豊田市 |
| 西 加 茂 郡       | 今村         |              | 根川村                      | 根川村                             | 明治39年7月1日 合併 挙母町 | 昭和26年3月1日 市制 挙母市               | 昭和34年1月1日 改称 豊田市  | 昭和34年1月1日 改称 豊田市  | 豊田市                                               | 豊田市                      | 豊田市 |
| 西 加 茂 郡       | 西山室村     |              | 根川村                      | 根川村                             | 明治39年7月1日 合併 挙母町 | 昭和26年3月1日 市制 挙母市               | 昭和34年1月1日 改称 豊田市  | 昭和34年1月1日 改称 豊田市  | 豊田市                                               | 豊田市                      | 豊田市 |
| 西 加 茂 郡       | 西宮口村     | 西宮口村     | 宮口村                      | 宮口村                             | 明治39年7月1日 合併 挙母町 | 昭和26年3月1日 市制 挙母市               | 昭和34年1月1日 改称 豊田市  | 昭和34年1月1日 改称 豊田市  | 豊田市                                               | 豊田市                      | 豊田市 |
| 西 加 茂 郡       | 寺部村       | 寺部村       | 寺部村                      | 寺部村                             | 明治39年7月1日 合併 高橋村 | 昭和31年9月30日 挙母市に編入             | 昭和34年1月1日 改称 豊田市  | 昭和34年1月1日 改称 豊田市  | 豊田市                                               | 豊田市                      | 豊田市 |
| 西 加 茂 郡       | 古瀬間村     | 古瀬間村     | 益富村                      | 益富村                             | 明治39年7月1日 合併 高橋村 | 昭和31年9月30日 挙母市に編入             | 昭和34年1月1日 改称 豊田市  | 昭和34年1月1日 改称 豊田市  | 豊田市                                               | 豊田市                      | 豊田市 |
| 西 加 茂 郡       | 南古瀬間村   |              | 益富村                      | 益富村                             | 明治39年7月1日 合併 高橋村 | 昭和31年9月30日 挙母市に編入             | 昭和34年1月1日 改称 豊田市  | 昭和34年1月1日 改称 豊田市  | 豊田市                                               | 豊田市                      | 豊田市 |
| 西 加 茂 郡       | 西大見村     |              | 益富村                      | 益富村                             | 明治39年7月1日 合併 高橋村 | 昭和31年9月30日 挙母市に編入             | 昭和34年1月1日 改称 豊田市  | 昭和34年1月1日 改称 豊田市  | 豊田市                                               | 豊田市                      | 豊田市 |
| 西 加 茂 郡       | 飛泉村       |              | 益富村                      | 益富村                             | 明治39年7月1日 合併 高橋村 | 昭和31年9月30日 挙母市に編入             | 昭和34年1月1日 改称 豊田市  | 昭和34年1月1日 改称 豊田市  | 豊田市                                               | 豊田市                      | 豊田市 |
| 西 加 茂 郡       | 牛野村       | 野見村       | 野見村                      | 野見村                             | 明治39年7月1日 合併 高橋村 | 昭和31年9月30日 挙母市に編入             | 昭和34年1月1日 改称 豊田市  | 昭和34年1月1日 改称 豊田市  | 豊田市                                               | 豊田市                      | 豊田市 |
| 西 加 茂 郡       | 東山室村     | 野見村       | 野見村                      | 野見村                             | 明治39年7月1日 合併 高橋村 | 昭和31年9月30日 挙母市に編入             | 昭和34年1月1日 改称 豊田市  | 昭和34年1月1日 改称 豊田市  | 豊田市                                               | 豊田市                      | 豊田市 |
| 西 加 茂 郡       | 御立村       |              | 野見村                      | 野見村                             | 明治39年7月1日 合併 高橋村 | 昭和31年9月30日 挙母市に編入             | 昭和34年1月1日 改称 豊田市  | 昭和34年1月1日 改称 豊田市  | 豊田市                                               | 豊田市                      | 豊田市 |
| 西 加 茂 郡       | 森村         |              | 野見村                      | 野見村                             | 明治39年7月1日 合併 高橋村 | 昭和31年9月30日 挙母市に編入             | 昭和34年1月1日 改称 豊田市  | 昭和34年1月1日 改称 豊田市  | 豊田市                                               | 豊田市                      | 豊田市 |
| 西 加 茂 郡       | 下渡合村     |              | 野見村                      | 野見村                             | 明治39年7月1日 合併 高橋村 | 昭和31年9月30日 挙母市に編入             | 昭和34年1月1日 改称 豊田市  | 昭和34年1月1日 改称 豊田市  | 豊田市                                               | 豊田市                      | 豊田市 |
| 西 加 茂 郡       | 渋川村       | 渋川村       | 渋川村                      | 渋川村                             | 明治39年7月1日 合併 高橋村 | 昭和31年9月30日 挙母市に編入             | 昭和34年1月1日 改称 豊田市  | 昭和34年1月1日 改称 豊田市  | 豊田市                                               | 豊田市                      | 豊田市 |
| 西 加 茂 郡       | 上野山村     | 上野山村     | 上野山村                    | 上野山村                           | 明治39年7月1日 合併 高橋村 | 昭和31年9月30日 挙母市に編入             | 昭和34年1月1日 改称 豊田市  | 昭和34年1月1日 改称 豊田市  | 豊田市                                               | 豊田市                      | 豊田市 |
| 西 加 茂 郡       | 市木村       | 市木村       | 市木村                      | 市木村                             | 明治39年7月1日 合併 高橋村 | 昭和31年9月30日 挙母市に編入             | 昭和34年1月1日 改称 豊田市  | 昭和34年1月1日 改称 豊田市  | 豊田市                                               | 豊田市                      | 豊田市 |
| 西 加 茂 郡       | 平井村       | 平井村       | 平井村                      | 平井村                             | 明治39年7月1日 合併 高橋村 | 昭和31年9月30日 挙母市に編入             | 昭和34年1月1日 改称 豊田市  | 昭和34年1月1日 改称 豊田市  | 豊田市                                               | 豊田市                      | 豊田市 |
| 西 加 茂 郡       | 矢並村       | 矢並村       | 四谷村                      | 四谷村                             | 明治39年7月1日 合併 高橋村 | 昭和31年9月30日 挙母市に編入             | 昭和34年1月1日 改称 豊田市  | 昭和34年1月1日 改称 豊田市  | 豊田市                                               | 豊田市                      | 豊田市 |
| 西 加 茂 郡       | 岩滝村       |              | 四谷村                      | 四谷村                             | 明治39年7月1日 合併 高橋村 | 昭和31年9月30日 挙母市に編入             | 昭和34年1月1日 改称 豊田市  | 昭和34年1月1日 改称 豊田市  | 豊田市                                               | 豊田市                      | 豊田市 |
| 西 加 茂 郡       | 池田村       |              | 四谷村                      | 四谷村                             | 明治39年7月1日 合併 高橋村 | 昭和31年9月30日 挙母市に編入             | 昭和34年1月1日 改称 豊田市  | 昭和34年1月1日 改称 豊田市  | 豊田市                                               | 豊田市                      | 豊田市 |
| 西 加 茂 郡       | 元山中村     | 元山中村     | 四谷村                      | 四谷村                             | 明治39年7月1日 合併 石野村 | 昭和30年3月1日 猿投町に編入              | 猿投町                      | 昭和42年4月1日 豊田市に編入 | 豊田市                                               | 豊田市                      | 豊田市 |
| 西 加 茂 郡       | 力石村       | 石下瀬村     | 石下瀬村                    | 石下瀬村                           | 明治39年7月1日 合併 石野村 | 昭和30年3月1日 猿投町に編入              | 猿投町                      | 昭和42年4月1日 豊田市に編入 | 豊田市                                               | 豊田市                      | 豊田市 |
| 西 加 茂 郡       | 東枝下村     | 石下瀬村     | 石下瀬村                    | 石下瀬村                           | 明治39年7月1日 合併 石野村 | 昭和30年3月1日 猿投町に編入              | 猿投町                      | 昭和42年4月1日 豊田市に編入 | 豊田市                                               | 豊田市                      | 豊田市 |
| 西 加 茂 郡       | 東広瀬村     | 石下瀬村     | 石下瀬村                    | 石下瀬村                           | 明治39年7月1日 合併 石野村 | 昭和30年3月1日 猿投町に編入              | 猿投町                      | 昭和42年4月1日 豊田市に編入 | 豊田市                                               | 豊田市                      | 豊田市 |
| 西 加 茂 郡       | 国附村       |              | 石下瀬村                    | 石下瀬村                           | 明治39年7月1日 合併 石野村 | 昭和30年3月1日 猿投町に編入              | 猿投町                      | 昭和42年4月1日 豊田市に編入 | 豊田市                                               | 豊田市                      | 豊田市 |
| 西 加 茂 郡       | 小峰村       |              | 石下瀬村                    | 石下瀬村                           | 明治39年7月1日 合併 石野村 | 昭和30年3月1日 猿投町に編入              | 猿投町                      | 昭和42年4月1日 豊田市に編入 | 豊田市                                               | 豊田市                      | 豊田市 |
| 西 加 茂 郡       | 中切村       | 中切村       | 中野村                      | 中野村                             | 明治39年7月1日 合併 石野村 | 昭和30年3月1日 猿投町に編入              | 猿投町                      | 昭和42年4月1日 豊田市に編入 | 豊田市                                               | 豊田市                      | 豊田市 |
| 西 加 茂 郡       | 中金村       |              | 中野村                      | 中野村                             | 明治39年7月1日 合併 石野村 | 昭和30年3月1日 猿投町に編入              | 猿投町                      | 昭和42年4月1日 豊田市に編入 | 豊田市                                               | 豊田市                      | 豊田市 |
| 西 加 茂 郡       | 野口村       |              | 中野村                      | 中野村                             | 明治39年7月1日 合併 石野村 | 昭和30年3月1日 猿投町に編入              | 猿投町                      | 昭和42年4月1日 豊田市に編入 | 豊田市                                               | 豊田市                      | 豊田市 |
| 西 加 茂 郡       | 山路村       |              | 中野村                      | 中野村                             | 明治39年7月1日 合併 石野村 | 昭和30年3月1日 猿投町に編入              | 猿投町                      | 昭和42年4月1日 豊田市に編入 | 豊田市                                               | 豊田市                      | 豊田市 |
| 西 加 茂 郡       | 室村         |              | 中野村                      | 中野村                             | 明治39年7月1日 合併 石野村 | 昭和30年3月1日 猿投町に編入              | 猿投町                      | 昭和42年4月1日 豊田市に編入 | 豊田市                                               | 豊田市                      | 豊田市 |
| 西 加 茂 郡       | 椿村         |              | 中野村                      | 中野村                             | 明治39年7月1日 合併 石野村 | 昭和30年3月1日 猿投町に編入              | 猿投町                      | 昭和42年4月1日 豊田市に編入 | 豊田市                                               | 豊田市                      | 豊田市 |
| 西 加 茂 郡       | 小白見村     |              | 中野村                      | 中野村                             | 明治39年7月1日 合併 石野村 | 昭和30年3月1日 猿投町に編入              | 猿投町                      | 昭和42年4月1日 豊田市に編入 | 豊田市                                               | 豊田市                      | 豊田市 |
| 西 加 茂 郡       | 寺谷下村     | 寺谷下村     | 七重村                      | 七重村                             | 明治39年7月1日 合併 石野村 | 昭和30年3月1日 猿投町に編入              | 猿投町                      | 昭和42年4月1日 豊田市に編入 | 豊田市                                               | 豊田市                      | 豊田市 |
| 西 加 茂 郡       | 手呂村       |              | 七重村                      | 七重村                             | 明治39年7月1日 合併 石野村 | 昭和30年3月1日 猿投町に編入              | 猿投町                      | 昭和42年4月1日 豊田市に編入 | 豊田市                                               | 豊田市                      | 豊田市 |
| 西 加 茂 郡       | 成合村       |              | 七重村                      | 七重村                             | 明治39年7月1日 合併 石野村 | 昭和30年3月1日 猿投町に編入              | 猿投町                      | 昭和42年4月1日 豊田市に編入 | 豊田市                                               | 豊田市                      | 豊田市 |
| 西 加 茂 郡       | 千鳥村       |              | 七重村                      | 七重村                             | 明治39年7月1日 合併 石野村 | 昭和30年3月1日 猿投町に編入              | 猿投町                      | 昭和42年4月1日 豊田市に編入 | 豊田市                                               | 豊田市                      | 豊田市 |
| 西 加 茂 郡       | 上鷹見村     |              | 七重村                      | 七重村                             | 明治39年7月1日 合併 石野村 | 昭和30年3月1日 猿投町に編入              | 猿投町                      | 昭和42年4月1日 豊田市に編入 | 豊田市                                               | 豊田市                      | 豊田市 |
| 西 加 茂 郡       | 下鷹見村     |              | 七重村                      | 七重村                             | 明治39年7月1日 合併 石野村 | 昭和30年3月1日 猿投町に編入              | 猿投町                      | 昭和42年4月1日 豊田市に編入 | 豊田市                                               | 豊田市                      | 豊田市 |
| 西 加 茂 郡       | 小呂村       |              | 七重村                      | 七重村                             | 明治39年7月1日 合併 石野村 | 昭和30年3月1日 猿投町に編入              | 猿投町                      | 昭和42年4月1日 豊田市に編入 | 豊田市                                               | 豊田市                      | 豊田市 |
| 西 加 茂 郡       | 伊保堂村     | 伊保堂村     | 伊保村                      | 伊保村                             | 明治39年7月1日 合併 保見村 | 昭和30年3月1日 猿投町に編入              | 猿投町                      | 昭和42年4月1日 豊田市に編入 | 豊田市                                               | 豊田市                      | 豊田市 |
| 西 加 茂 郡       | 上伊保村     |              | 伊保村                      | 伊保村                             | 明治39年7月1日 合併 保見村 | 昭和30年3月1日 猿投町に編入              | 猿投町                      | 昭和42年4月1日 豊田市に編入 | 豊田市                                               | 豊田市                      | 豊田市 |
| 西 加 茂 郡       | 下伊保村     |              | 伊保村                      | 伊保村                             | 明治39年7月1日 合併 保見村 | 昭和30年3月1日 猿投町に編入              | 猿投町                      | 昭和42年4月1日 豊田市に編入 | 豊田市                                               | 豊田市                      | 豊田市 |
| 西 加 茂 郡       | 殿貝津村     |              | 伊保村                      | 伊保村                             | 明治39年7月1日 合併 保見村 | 昭和30年3月1日 猿投町に編入              | 猿投町                      | 昭和42年4月1日 豊田市に編入 | 豊田市                                               | 豊田市                      | 豊田市 |
| 西 加 茂 郡       | 田籾村       |              | 伊保村                      | 伊保村                             | 明治39年7月1日 合併 保見村 | 昭和30年3月1日 猿投町に編入              | 猿投町                      | 昭和42年4月1日 豊田市に編入 | 豊田市                                               | 豊田市                      | 豊田市 |
| 西 加 茂 郡       | 八草村       | 八草村       | 橋見村                      | 橋見村                             | 明治39年7月1日 合併 保見村 | 昭和30年3月1日 猿投町に編入              | 猿投町                      | 昭和42年4月1日 豊田市に編入 | 豊田市                                               | 豊田市                      | 豊田市 |
| 西 加 茂 郡       | 篠原村       |              | 橋見村                      | 橋見村                             | 明治39年7月1日 合併 保見村 | 昭和30年3月1日 猿投町に編入              | 猿投町                      | 昭和42年4月1日 豊田市に編入 | 豊田市                                               | 豊田市                      | 豊田市 |
| 西 加 茂 郡       | 西広見村     |              | 橋見村                      | 橋見村                             | 明治39年7月1日 合併 保見村 | 昭和30年3月1日 猿投町に編入              | 猿投町                      | 昭和42年4月1日 豊田市に編入 | 豊田市                                               | 豊田市                      | 豊田市 |
| 西 加 茂 郡       | 大畑村       |              | 橋見村                      | 橋見村                             | 明治39年7月1日 合併 保見村 | 昭和30年3月1日 猿投町に編入              | 猿投町                      | 昭和42年4月1日 豊田市に編入 | 豊田市                                               | 豊田市                      | 豊田市 |
| 西 加 茂 郡       | 猿投村       | 猿投村       | 広沢村                      | 広沢村                             | 明治39年7月1日 合併 猿投村 | 昭和28年4月1日 町制 猿投町               | 猿投町                      | 昭和42年4月1日 豊田市に編入 | 豊田市                                               | 豊田市                      | 豊田市 |
| 西 加 茂 郡       | 本徳村       |              | 広沢村                      | 広沢村                             | 明治39年7月1日 合併 猿投村 | 昭和28年4月1日 町制 猿投町               | 猿投町                      | 昭和42年4月1日 豊田市に編入 | 豊田市                                               | 豊田市                      | 豊田市 |
| 西 加 茂 郡       | 乙部村       |              | 広沢村                      | 広沢村                             | 明治39年7月1日 合併 猿投村 | 昭和28年4月1日 町制 猿投町               | 猿投町                      | 昭和42年4月1日 豊田市に編入 | 豊田市                                               | 豊田市                      | 豊田市 |
| 西 加 茂 郡       | 亀首村       |              | 広沢村                      | 広沢村                             | 明治39年7月1日 合併 猿投村 | 昭和28年4月1日 町制 猿投町               | 猿投町                      | 昭和42年4月1日 豊田市に編入 | 豊田市                                               | 豊田市                      | 豊田市 |
| 西 加 茂 郡       | 加納村       |              | 広沢村                      | 広沢村                             | 明治39年7月1日 合併 猿投村 | 昭和28年4月1日 町制 猿投町               | 猿投町                      | 昭和42年4月1日 豊田市に編入 | 豊田市                                               | 豊田市                      | 豊田市 |
| 西 加 茂 郡       | 舞木村       |              | 広沢村                      | 広沢村                             | 明治39年7月1日 合併 猿投村 | 昭和28年4月1日 町制 猿投町               | 猿投町                      | 昭和42年4月1日 豊田市に編入 | 豊田市                                               | 豊田市                      | 豊田市 |
| 西 加 茂 郡       | 四郷村       | 四郷村       | 上郷村                      | 上郷村                             | 明治39年7月1日 合併 猿投村 | 昭和28年4月1日 町制 猿投町               | 猿投町                      | 昭和42年4月1日 豊田市に編入 | 豊田市                                               | 豊田市                      | 豊田市 |
| 西 加 茂 郡       | 荒井村       |              | 上郷村                      | 上郷村                             | 明治39年7月1日 合併 猿投村 | 昭和28年4月1日 町制 猿投町               | 猿投町                      | 昭和42年4月1日 豊田市に編入 | 豊田市                                               | 豊田市                      | 豊田市 |
| 西 加 茂 郡       | 花本村       |              | 上郷村                      | 上郷村                             | 明治39年7月1日 合併 猿投村 | 昭和28年4月1日 町制 猿投町               | 猿投町                      | 昭和42年4月1日 豊田市に編入 | 豊田市                                               | 豊田市                      | 豊田市 |
| 西 加 茂 郡       | 越戸村       |              | 上郷村                      | 上郷村                             | 明治39年7月1日 合併 猿投村 | 昭和28年4月1日 町制 猿投町               | 猿投町                      | 昭和42年4月1日 豊田市に編入 | 豊田市                                               | 豊田市                      | 豊田市 |
| 西 加 茂 郡       | 御船村       |              | 上郷村                      | 上郷村                             | 明治39年7月1日 合併 猿投村 | 昭和28年4月1日 町制 猿投町               | 猿投町                      | 昭和42年4月1日 豊田市に編入 | 豊田市                                               | 豊田市                      | 豊田市 |
| 西 加 茂 郡       | 西広瀬村     | 西広瀬村     | 富貴下村                    | 富貴下村                           | 明治39年7月1日 合併 猿投村 | 昭和28年4月1日 町制 猿投町               | 猿投町                      | 昭和42年4月1日 豊田市に編入 | 豊田市                                               | 豊田市                      | 豊田市 |
| 西 加 茂 郡       | 西枝下村     |              | 富貴下村                    | 富貴下村                           | 明治39年7月1日 合併 猿投村 | 昭和28年4月1日 町制 猿投町               | 猿投町                      | 昭和42年4月1日 豊田市に編入 | 豊田市                                               | 豊田市                      | 豊田市 |
| 西 加 茂 郡       | 藤沢村       | 藤沢村       | 富貴下村                    | 富貴下村                           | 明治39年7月1日 合併 石野村 | 昭和30年3月1日 猿投町に編入              | 猿投町                      | 昭和42年4月1日 豊田市に編入 | 豊田市                                               | 豊田市                      | 豊田市 |
| 西 加 茂 郡       | 富田村       |              | 富貴下村                    | 富貴下村                           | 明治39年7月1日 合併 石野村 | 昭和30年3月1日 猿投町に編入              | 猿投町                      | 昭和42年4月1日 豊田市に編入 | 豊田市                                               | 豊田市                      | 豊田市 |
| 西 加 茂 郡       | 松嶺村       |              | 富貴下村                    | 富貴下村                           | 明治39年7月1日 合併 石野村 | 昭和30年3月1日 猿投町に編入              | 猿投町                      | 昭和42年4月1日 豊田市に編入 | 豊田市                                               | 豊田市                      | 豊田市 |
| 西 加 茂 郡       | 押沢村       |              | 富貴下村                    | 富貴下村                           | 明治39年7月1日 合併 石野村 | 昭和30年3月1日 猿投町に編入              | 猿投町                      | 昭和42年4月1日 豊田市に編入 | 豊田市                                               | 豊田市                      | 豊田市 |
| 西 加 茂 郡       | 御作村       | 御作村       | 富貴下村                    | 富貴下村                           | 明治39年7月1日 合併 藤岡村 | 藤岡村                                   | 藤岡村                      | 昭和53年4月1日 町制 藤岡町  | 藤岡町                                               | 平成17年4月1日 豊田市に編入 | 豊田市 |
| 西 加 茂 郡       | 上川口村     |              | 富貴下村                    | 富貴下村                           | 明治39年7月1日 合併 藤岡村 | 藤岡村                                   | 藤岡村                      | 昭和53年4月1日 町制 藤岡町  | 藤岡町                                               | 平成17年4月1日 豊田市に編入 | 豊田市 |
| 西 加 茂 郡       | 下川口村     |              | 富貴下村                    | 富貴下村                           | 明治39年7月1日 合併 藤岡村 | 藤岡村                                   | 藤岡村                      | 昭和53年4月1日 町制 藤岡町  | 藤岡町                                               | 平成17年4月1日 豊田市に編入 | 豊田市 |
| 西 加 茂 郡       | 飯野村       | 飯野村       | 藤河村                      | 藤河村                             | 明治39年7月1日 合併 藤岡村 | 藤岡村                                   | 藤岡村                      | 昭和53年4月1日 町制 藤岡町  | 藤岡町                                               | 平成17年4月1日 豊田市に編入 | 豊田市 |
| 西 加 茂 郡       | 西中山村     |              | 藤河村                      | 藤河村                             | 明治39年7月1日 合併 藤岡村 | 藤岡村                                   | 藤岡村                      | 昭和53年4月1日 町制 藤岡町  | 藤岡町                                               | 平成17年4月1日 豊田市に編入 | 豊田市 |
| 西 加 茂 郡       | 深見村       |              | 藤河村                      | 藤河村                             | 明治39年7月1日 合併 藤岡村 | 藤岡村                                   | 藤岡村                      | 昭和53年4月1日 町制 藤岡町  | 藤岡町                                               | 平成17年4月1日 豊田市に編入 | 豊田市 |
| 西 加 茂 郡       | 田茂平村     |              | 藤河村                      | 藤河村                             | 明治39年7月1日 合併 藤岡村 | 藤岡村                                   | 藤岡村                      | 昭和53年4月1日 町制 藤岡町  | 藤岡町                                               | 平成17年4月1日 豊田市に編入 | 豊田市 |
| 西 加 茂 郡       | 迫村         |              | 藤河村                      | 藤河村                             | 明治39年7月1日 合併 藤岡村 | 藤岡村                                   | 藤岡村                      | 昭和53年4月1日 町制 藤岡町  | 藤岡町                                               | 平成17年4月1日 豊田市に編入 | 豊田市 |
| 西 加 茂 郡       | 北一色村     |              | 藤河村                      | 藤河村                             | 明治39年7月1日 合併 藤岡村 | 藤岡村                                   | 藤岡村                      | 昭和53年4月1日 町制 藤岡町  | 藤岡町                                               | 平成17年4月1日 豊田市に編入 | 豊田市 |
| 西 加 茂 郡       | 石飛村       |              | 藤河村                      | 藤河村                             | 明治39年7月1日 合併 藤岡村 | 藤岡村                                   | 藤岡村                      | 昭和53年4月1日 町制 藤岡町  | 藤岡町                                               | 平成17年4月1日 豊田市に編入 | 豊田市 |
| 西 加 茂 郡       | 上渡合村     | 上渡合村     | 高岡村                      | 高岡村                             | 明治39年7月1日 合併 藤岡村 | 藤岡村                                   | 藤岡村                      | 昭和53年4月1日 町制 藤岡町  | 藤岡町                                               | 平成17年4月1日 豊田市に編入 | 豊田市 |
| 西 加 茂 郡       | 折平村       |              | 高岡村                      | 高岡村                             | 明治39年7月1日 合併 藤岡村 | 藤岡村                                   | 藤岡村                      | 昭和53年4月1日 町制 藤岡町  | 藤岡町                                               | 平成17年4月1日 豊田市に編入 | 豊田市 |
| 西 加 茂 郡       | 北曽木村     |              | 高岡村                      | 高岡村                             | 明治39年7月1日 合併 藤岡村 | 藤岡村                                   | 藤岡村                      | 昭和53年4月1日 町制 藤岡町  | 藤岡町                                               | 平成17年4月1日 豊田市に編入 | 豊田市 |
| 西 加 茂 郡       | 石畳村       |              | 高岡村                      | 高岡村                             | 明治39年7月1日 合併 藤岡村 | 藤岡村                                   | 藤岡村                      | 昭和53年4月1日 町制 藤岡町  | 藤岡町                                               | 平成17年4月1日 豊田市に編入 | 豊田市 |
| 西 加 茂 郡       | 西市野々村   |              | 高岡村                      | 高岡村                             | 明治39年7月1日 合併 藤岡村 | 藤岡村                                   | 藤岡村                      | 昭和53年4月1日 町制 藤岡町  | 藤岡町                                               | 平成17年4月1日 豊田市に編入 | 豊田市 |
| 西 加 茂 郡       | 白川村       |              | 高岡村                      | 高岡村                             | 明治39年7月1日 合併 藤岡村 | 藤岡村                                   | 藤岡村                      | 昭和53年4月1日 町制 藤岡町  | 藤岡町                                               | 平成17年4月1日 豊田市に編入 | 豊田市 |
| 西 加 茂 郡       | 大岩村       |              | 高岡村                      | 高岡村                             | 明治39年7月1日 合併 藤岡村 | 藤岡村                                   | 藤岡村                      | 昭和53年4月1日 町制 藤岡町  | 藤岡町                                               | 平成17年4月1日 豊田市に編入 | 豊田市 |
| 西 加 茂 郡       | 三箇村       |              | 高岡村                      | 高岡村                             | 明治39年7月1日 合併 藤岡村 | 藤岡村                                   | 藤岡村                      | 昭和53年4月1日 町制 藤岡町  | 藤岡町                                               | 平成17年4月1日 豊田市に編入 | 豊田市 |
| 西 加 茂 郡       | 木瀬村       |              | 高岡村                      | 高岡村                             | 明治39年7月1日 合併 藤岡村 | 藤岡村                                   | 藤岡村                      | 昭和53年4月1日 町制 藤岡町  | 藤岡町                                               | 平成17年4月1日 豊田市に編入 | 豊田市 |
| 西 加 茂 郡       | 西細田村     | 西細田村     | 本城村                      | 本城村                             | 明治39年7月1日 合併 小原村 | 小原村                                   | 小原村                      | 小原村                      | 小原村                                               | 平成17年4月1日 豊田市に編入 | 豊田市 |
| 西 加 茂 郡       | 市場村       |              | 本城村                      | 本城村                             | 明治39年7月1日 合併 小原村 | 小原村                                   | 小原村                      | 小原村                      | 小原村                                               | 平成17年4月1日 豊田市に編入 | 豊田市 |
| 西 加 茂 郡       | 大坂村       |              | 本城村                      | 本城村                             | 明治39年7月1日 合併 小原村 | 小原村                                   | 小原村                      | 小原村                      | 小原村                                               | 平成17年4月1日 豊田市に編入 | 豊田市 |
| 西 加 茂 郡       | 大草村       |              | 本城村                      | 本城村                             | 明治39年7月1日 合併 小原村 | 小原村                                   | 小原村                      | 小原村                      | 小原村                                               | 平成17年4月1日 豊田市に編入 | 豊田市 |
| 西 加 茂 郡       | 鍛冶屋敷村   |              | 本城村                      | 本城村                             | 明治39年7月1日 合併 小原村 | 小原村                                   | 小原村                      | 小原村                      | 小原村                                               | 平成17年4月1日 豊田市に編入 | 豊田市 |
| 西 加 茂 郡       | 李村         |              | 本城村                      | 本城村                             | 明治39年7月1日 合併 小原村 | 小原村                                   | 小原村                      | 小原村                      | 小原村                                               | 平成17年4月1日 豊田市に編入 | 豊田市 |
| 西 加 茂 郡       | 百月村       |              | 本城村                      | 本城村                             | 明治39年7月1日 合併 小原村 | 小原村                                   | 小原村                      | 小原村                      | 小原村                                               | 平成17年4月1日 豊田市に編入 | 豊田市 |
| 西 加 茂 郡       | 簗平村       |              | 本城村                      | 本城村                             | 明治39年7月1日 合併 小原村 | 小原村                                   | 小原村                      | 小原村                      | 小原村                                               | 平成17年4月1日 豊田市に編入 | 豊田市 |
| 西 加 茂 郡       | 川下村       |              | 本城村                      | 本城村                             | 明治39年7月1日 合併 小原村 | 小原村                                   | 小原村                      | 小原村                      | 小原村                                               | 平成17年4月1日 豊田市に編入 | 豊田市 |
| 西 加 茂 郡       | 日面村       |              | 本城村                      | 本城村                             | 明治39年7月1日 合併 小原村 | 小原村                                   | 小原村                      | 小原村                      | 小原村                                               | 平成17年4月1日 豊田市に編入 | 豊田市 |
| 西 加 茂 郡       | 平畑村       |              | 本城村                      | 本城村                             | 明治39年7月1日 合併 小原村 | 小原村                                   | 小原村                      | 小原村                      | 小原村                                               | 平成17年4月1日 豊田市に編入 | 豊田市 |
| 西 加 茂 郡       | 榑俣村       |              | 本城村                      | 本城村                             | 明治39年7月1日 合併 小原村 | 小原村                                   | 小原村                      | 小原村                      | 小原村                                               | 平成17年4月1日 豊田市に編入 | 豊田市 |
| 西 加 茂 郡       | 乙ケ林村     | 乙ケ林村     | 豊原村                      | 豊原村                             | 明治39年7月1日 合併 小原村 | 小原村                                   | 小原村                      | 小原村                      | 小原村                                               | 平成17年4月1日 豊田市に編入 | 豊田市 |
| 西 加 茂 郡       | 大平村       |              | 豊原村                      | 豊原村                             | 明治39年7月1日 合併 小原村 | 小原村                                   | 小原村                      | 小原村                      | 小原村                                               | 平成17年4月1日 豊田市に編入 | 豊田市 |
| 西 加 茂 郡       | 寺平村       |              | 豊原村                      | 豊原村                             | 明治39年7月1日 合併 小原村 | 小原村                                   | 小原村                      | 小原村                      | 小原村                                               | 平成17年4月1日 豊田市に編入 | 豊田市 |
| 西 加 茂 郡       | 荷掛村       |              | 豊原村                      | 豊原村                             | 明治39年7月1日 合併 小原村 | 小原村                                   | 小原村                      | 小原村                      | 小原村                                               | 平成17年4月1日 豊田市に編入 | 豊田市 |
| 西 加 茂 郡       | 大洞村       |              | 豊原村                      | 豊原村                             | 明治39年7月1日 合併 小原村 | 小原村                                   | 小原村                      | 小原村                      | 小原村                                               | 平成17年4月1日 豊田市に編入 | 豊田市 |
| 西 加 茂 郡       | 三ツ久保村   |              | 豊原村                      | 豊原村                             | 明治39年7月1日 合併 小原村 | 小原村                                   | 小原村                      | 小原村                      | 小原村                                               | 平成17年4月1日 豊田市に編入 | 豊田市 |
| 西 加 茂 郡       | 沢田村       |              | 豊原村                      | 豊原村                             | 明治39年7月1日 合併 小原村 | 小原村                                   | 小原村                      | 小原村                      | 小原村                                               | 平成17年4月1日 豊田市に編入 | 豊田市 |
| 西 加 茂 郡       | 西萩平村     |              | 豊原村                      | 豊原村                             | 明治39年7月1日 合併 小原村 | 小原村                                   | 小原村                      | 小原村                      | 小原村                                               | 平成17年4月1日 豊田市に編入 | 豊田市 |
| 西 加 茂 郡       | 千洗村       |              | 豊原村                      | 豊原村                             | 明治39年7月1日 合併 小原村 | 小原村                                   | 小原村                      | 小原村                      | 小原村                                               | 平成17年4月1日 豊田市に編入 | 豊田市 |
| 西 加 茂 郡       | 喜佐平村     |              | 豊原村                      | 豊原村                             | 明治39年7月1日 合併 小原村 | 小原村                                   | 小原村                      | 小原村                      | 小原村                                               | 平成17年4月1日 豊田市に編入 | 豊田市 |
| 西 加 茂 郡       | 北篠平村     |              | 豊原村                      | 豊原村                             | 明治39年7月1日 合併 小原村 | 小原村                                   | 小原村                      | 小原村                      | 小原村                                               | 平成17年4月1日 豊田市に編入 | 豊田市 |
| 西 加 茂 郡       | 上仁木村     | 上仁木村     | 福原村                      | 福原村                             | 明治39年7月1日 合併 小原村 | 小原村                                   | 小原村                      | 小原村                      | 小原村                                               | 平成17年4月1日 豊田市に編入 | 豊田市 |
| 西 加 茂 郡       | 東市野々村   |              | 福原村                      | 福原村                             | 明治39年7月1日 合併 小原村 | 小原村                                   | 小原村                      | 小原村                      | 小原村                                               | 平成17年4月1日 豊田市に編入 | 豊田市 |
| 西 加 茂 郡       | 北村         |              | 福原村                      | 福原村                             | 明治39年7月1日 合併 小原村 | 小原村                                   | 小原村                      | 小原村                      | 小原村                                               | 平成17年4月1日 豊田市に編入 | 豊田市 |
| 西 加 茂 郡       | 川見村       |              | 福原村                      | 福原村                             | 明治39年7月1日 合併 小原村 | 小原村                                   | 小原村                      | 小原村                      | 小原村                                               | 平成17年4月1日 豊田市に編入 | 豊田市 |
| 西 加 茂 郡       | 柏ケ洞村     |              | 福原村                      | 福原村                             | 明治39年7月1日 合併 小原村 | 小原村                                   | 小原村                      | 小原村                      | 小原村                                               | 平成17年4月1日 豊田市に編入 | 豊田市 |
| 西 加 茂 郡       | 雑敷村       |              | 福原村                      | 福原村                             | 明治39年7月1日 合併 小原村 | 小原村                                   | 小原村                      | 小原村                      | 小原村                                               | 平成17年4月1日 豊田市に編入 | 豊田市 |
| 西 加 茂 郡       | 前洞村       |              | 福原村                      | 福原村                             | 明治39年7月1日 合併 小原村 | 小原村                                   | 小原村                      | 小原村                      | 小原村                                               | 平成17年4月1日 豊田市に編入 | 豊田市 |
| 西 加 茂 郡       | 大ケ蔵連村   |              | 福原村                      | 福原村                             | 明治39年7月1日 合併 小原村 | 小原村                                   | 小原村                      | 小原村                      | 小原村                                               | 平成17年4月1日 豊田市に編入 | 豊田市 |
| 西 加 茂 郡       | 小村         |              | 福原村                      | 福原村                             | 明治39年7月1日 合併 小原村 | 小原村                                   | 小原村                      | 小原村                      | 小原村                                               | 平成17年4月1日 豊田市に編入 | 豊田市 |
| 西 加 茂 郡       | 田代村       |              | 福原村                      | 福原村                             | 明治39年7月1日 合併 小原村 | 小原村                                   | 小原村                      | 小原村                      | 小原村                                               | 平成17年4月1日 豊田市に編入 | 豊田市 |
| 西 加 茂 郡       | 永太郎村     | 永太郎村     | 清原村                      | 清原村                             | 明治39年7月1日 合併 小原村 | 小原村                                   | 小原村                      | 小原村                      | 小原村                                               | 平成17年4月1日 豊田市に編入 | 豊田市 |
| 西 加 茂 郡       | 松名村       |              | 清原村                      | 清原村                             | 明治39年7月1日 合併 小原村 | 小原村                                   | 小原村                      | 小原村                      | 小原村                                               | 平成17年4月1日 豊田市に編入 | 豊田市 |
| 西 加 茂 郡       | 下仁木村     |              | 清原村                      | 清原村                             | 明治39年7月1日 合併 小原村 | 小原村                                   | 小原村                      | 小原村                      | 小原村                                               | 平成17年4月1日 豊田市に編入 | 豊田市 |
| 西 加 茂 郡       | 遊屋村       |              | 清原村                      | 清原村                             | 明治39年7月1日 合併 小原村 | 小原村                                   | 小原村                      | 小原村                      | 小原村                                               | 平成17年4月1日 豊田市に編入 | 豊田市 |
| 西 加 茂 郡       | 西丹波村     |              | 清原村                      | 清原村                             | 明治39年7月1日 合併 小原村 | 小原村                                   | 小原村                      | 小原村                      | 小原村                                               | 平成17年4月1日 豊田市に編入 | 豊田市 |
| 西 加 茂 郡       | 平岩村       |              | 清原村                      | 清原村                             | 明治39年7月1日 合併 小原村 | 小原村                                   | 小原村                      | 小原村                      | 小原村                                               | 平成17年4月1日 豊田市に編入 | 豊田市 |
| 西 加 茂 郡       | 宮代村       |              | 清原村                      | 清原村                             | 明治39年7月1日 合併 小原村 | 小原村                                   | 小原村                      | 小原村                      | 小原村                                               | 平成17年4月1日 豊田市に編入 | 豊田市 |
| 西 加 茂 郡       | 苅萱村       |              | 清原村                      | 清原村                             | 明治39年7月1日 合併 小原村 | 小原村                                   | 小原村                      | 小原村                      | 小原村                                               | 平成17年4月1日 豊田市に編入 | 豊田市 |
| 西 加 茂 郡       | 岩下村       |              | 清原村                      | 清原村                             | 明治39年7月1日 合併 小原村 | 小原村                                   | 小原村                      | 小原村                      | 小原村                                               | 平成17年4月1日 豊田市に編入 | 豊田市 |
| 西 加 茂 郡       | 大倉村       |              | 清原村                      | 清原村                             | 明治39年7月1日 合併 小原村 | 小原村                                   | 小原村                      | 小原村                      | 小原村                                               | 平成17年4月1日 豊田市に編入 | 豊田市 |
| 西 加 茂 郡       | 北大野村     |              | 清原村                      | 清原村                             | 明治39年7月1日 合併 小原村 | 小原村                                   | 小原村                      | 小原村                      | 小原村                                               | 平成17年4月1日 豊田市に編入 | 豊田市 |
| 東 加 茂 郡       | 松平村       | 松平村       | 松平村                      | 松平村                             | 明治39年5月1日 合併 松平村 | 松平村                                   | 昭和36年11月1日 町制 松平町 | 昭和45年4月1日 豊田市に編入 | 豊田市                                               | 豊田市                      | 豊田市 |
| 東 加 茂 郡       | 九久平村     | 九久平村     | 小川村                      | 小川村                             | 明治39年5月1日 合併 松平村 | 松平村                                   | 昭和36年11月1日 町制 松平町 | 昭和45年4月1日 豊田市に編入 | 豊田市                                               | 豊田市                      | 豊田市 |
| 東 加 茂 郡       | 中村         |              | 小川村                      | 小川村                             | 明治39年5月1日 合併 松平村 | 松平村                                   | 昭和36年11月1日 町制 松平町 | 昭和45年4月1日 豊田市に編入 | 豊田市                                               | 豊田市                      | 豊田市 |
| 東 加 茂 郡       | 中垣戸村     |              | 小川村                      | 小川村                             | 明治39年5月1日 合併 松平村 | 松平村                                   | 昭和36年11月1日 町制 松平町 | 昭和45年4月1日 豊田市に編入 | 豊田市                                               | 豊田市                      | 豊田市 |
| 東 加 茂 郡       | 桂野村       |              | 小川村                      | 小川村                             | 明治39年5月1日 合併 松平村 | 松平村                                   | 昭和36年11月1日 町制 松平町 | 昭和45年4月1日 豊田市に編入 | 豊田市                                               | 豊田市                      | 豊田市 |
| 東 加 茂 郡       | 川向村       |              | 小川村                      | 小川村                             | 明治39年5月1日 合併 松平村 | 松平村                                   | 昭和36年11月1日 町制 松平町 | 昭和45年4月1日 豊田市に編入 | 豊田市                                               | 豊田市                      | 豊田市 |
| 東 加 茂 郡       | 七売村       |              | 小川村                      | 小川村                             | 明治39年5月1日 合併 松平村 | 松平村                                   | 昭和36年11月1日 町制 松平町 | 昭和45年4月1日 豊田市に編入 | 豊田市                                               | 豊田市                      | 豊田市 |
| 東 加 茂 郡       | 滝脇村       |              | 小川村                      | 小川村                             | 明治39年5月1日 合併 松平村 | 松平村                                   | 昭和36年11月1日 町制 松平町 | 昭和45年4月1日 豊田市に編入 | 豊田市                                               | 豊田市                      | 豊田市 |
| 東 加 茂 郡       | 西大沼村     | 長沢村       | 小川村                      | 小川村                             | 明治39年5月1日 合併 松平村 | 松平村                                   | 昭和36年11月1日 町制 松平町 | 昭和45年4月1日 豊田市に編入 | 豊田市                                               | 豊田市                      | 豊田市 |
| 東 加 茂 郡       | 遊平村       | 長沢村       | 小川村                      | 小川村                             | 明治39年5月1日 合併 松平村 | 松平村                                   | 昭和36年11月1日 町制 松平町 | 昭和45年4月1日 豊田市に編入 | 豊田市                                               | 豊田市                      | 豊田市 |
| 東 加 茂 郡       | 林添村       |              | 小川村                      | 小川村                             | 明治39年5月1日 合併 松平村 | 松平村                                   | 昭和36年11月1日 町制 松平町 | 昭和45年4月1日 豊田市に編入 | 豊田市                                               | 豊田市                      | 豊田市 |
| 東 加 茂 郡       | 下河内村     |              | 小川村                      | 小川村                             | 明治39年5月1日 合併 松平村 | 松平村                                   | 昭和36年11月1日 町制 松平町 | 昭和45年4月1日 豊田市に編入 | 豊田市                                               | 豊田市                      | 豊田市 |
| 東 加 茂 郡       | 大給村       |              | 小川村                      | 小川村                             | 明治39年5月1日 合併 松平村 | 松平村                                   | 昭和36年11月1日 町制 松平町 | 昭和45年4月1日 豊田市に編入 | 豊田市                                               | 豊田市                      | 豊田市 |
| 東 加 茂 郡       | 鍋田村       |              | 小川村                      | 小川村                             | 明治39年5月1日 合併 松平村 | 松平村                                   | 昭和36年11月1日 町制 松平町 | 昭和45年4月1日 豊田市に編入 | 豊田市                                               | 豊田市                      | 豊田市 |
| 東 加 茂 郡       | 曲り村       |              | 小川村                      | 小川村                             | 明治39年5月1日 合併 松平村 | 松平村                                   | 昭和36年11月1日 町制 松平町 | 昭和45年4月1日 豊田市に編入 | 豊田市                                               | 豊田市                      | 豊田市 |
| 東 加 茂 郡       | 岩倉村       | 岩倉村       | 志賀村                      | 志賀村                             | 明治39年5月1日 合併 松平村 | 松平村                                   | 昭和36年11月1日 町制 松平町 | 昭和45年4月1日 豊田市に編入 | 豊田市                                               | 豊田市                      | 豊田市 |
| 東 加 茂 郡       | 赤原村       |              | 志賀村                      | 志賀村                             | 明治39年5月1日 合併 松平村 | 松平村                                   | 昭和36年11月1日 町制 松平町 | 昭和45年4月1日 豊田市に編入 | 豊田市                                               | 豊田市                      | 豊田市 |
| 東 加 茂 郡       | 六ツ木村     |              | 志賀村                      | 志賀村                             | 明治39年5月1日 合併 松平村 | 松平村                                   | 昭和36年11月1日 町制 松平町 | 昭和45年4月1日 豊田市に編入 | 豊田市                                               | 豊田市                      | 豊田市 |
| 東 加 茂 郡       | 正作村       | 正作村       | 豊栄村                      | 豊栄村                             | 明治39年5月1日 合併 松平村 | 松平村                                   | 昭和36年11月1日 町制 松平町 | 昭和45年4月1日 豊田市に編入 | 豊田市                                               | 豊田市                      | 豊田市 |
| 東 加 茂 郡       | 大楠村       |              | 豊栄村                      | 豊栄村                             | 明治39年5月1日 合併 松平村 | 松平村                                   | 昭和36年11月1日 町制 松平町 | 昭和45年4月1日 豊田市に編入 | 豊田市                                               | 豊田市                      | 豊田市 |
| 東 加 茂 郡       | 簗山村       |              | 豊栄村                      | 豊栄村                             | 明治39年5月1日 合併 松平村 | 松平村                                   | 昭和36年11月1日 町制 松平町 | 昭和45年4月1日 豊田市に編入 | 豊田市                                               | 豊田市                      | 豊田市 |
| 東 加 茂 郡       | 堤立村       |              | 豊栄村                      | 豊栄村                             | 明治39年5月1日 合併 松平村 | 松平村                                   | 昭和36年11月1日 町制 松平町 | 昭和45年4月1日 豊田市に編入 | 豊田市                                               | 豊田市                      | 豊田市 |
| 東 加 茂 郡       | 大田村       |              | 豊栄村                      | 豊栄村                             | 明治39年5月1日 合併 松平村 | 松平村                                   | 昭和36年11月1日 町制 松平町 | 昭和45年4月1日 豊田市に編入 | 豊田市                                               | 豊田市                      | 豊田市 |
| 東 加 茂 郡       | 茅原村       |              | 豊栄村                      | 豊栄村                             | 明治39年5月1日 合併 松平村 | 松平村                                   | 昭和36年11月1日 町制 松平町 | 昭和45年4月1日 豊田市に編入 | 豊田市                                               | 豊田市                      | 豊田市 |
| 東 加 茂 郡       | 椿木村       |              | 豊栄村                      | 豊栄村                             | 明治39年5月1日 合併 松平村 | 松平村                                   | 昭和36年11月1日 町制 松平町 | 昭和45年4月1日 豊田市に編入 | 豊田市                                               | 豊田市                      | 豊田市 |
| 東 加 茂 郡       | 歌石村       |              | 豊栄村                      | 豊栄村                             | 明治39年5月1日 合併 松平村 | 松平村                                   | 昭和36年11月1日 町制 松平町 | 昭和45年4月1日 豊田市に編入 | 豊田市                                               | 豊田市                      | 豊田市 |
| 東 加 茂 郡       | 羽明村       |              | 豊栄村                      | 豊栄村                             | 明治39年5月1日 合併 松平村 | 松平村                                   | 昭和36年11月1日 町制 松平町 | 昭和45年4月1日 豊田市に編入 | 豊田市                                               | 豊田市                      | 豊田市 |
| 東 加 茂 郡       | 大津村       |              | 豊栄村                      | 豊栄村                             | 明治39年5月1日 合併 松平村 | 松平村                                   | 昭和36年11月1日 町制 松平町 | 昭和45年4月1日 豊田市に編入 | 豊田市                                               | 豊田市                      | 豊田市 |
| 東 加 茂 郡       | 二口村       |              | 豊栄村                      | 豊栄村                             | 明治39年5月1日 合併 松平村 | 松平村                                   | 昭和36年11月1日 町制 松平町 | 昭和45年4月1日 豊田市に編入 | 豊田市                                               | 豊田市                      | 豊田市 |
| 東 加 茂 郡       | 下屋敷村     |              | 豊栄村                      | 豊栄村                             | 明治39年5月1日 合併 松平村 | 松平村                                   | 昭和36年11月1日 町制 松平町 | 昭和45年4月1日 豊田市に編入 | 豊田市                                               | 豊田市                      | 豊田市 |
| 東 加 茂 郡       | 所石村       |              | 豊栄村                      | 豊栄村                             | 明治39年5月1日 合併 松平村 | 松平村                                   | 昭和36年11月1日 町制 松平町 | 昭和45年4月1日 豊田市に編入 | 豊田市                                               | 豊田市                      | 豊田市 |
| 東 加 茂 郡       | 杉木村       |              | 豊栄村                      | 豊栄村                             | 明治39年5月1日 合併 松平村 | 松平村                                   | 昭和36年11月1日 町制 松平町 | 昭和45年4月1日 豊田市に編入 | 豊田市                                               | 豊田市                      | 豊田市 |
| 東 加 茂 郡       | 仁王村       |              | 豊栄村                      | 豊栄村                             | 明治39年5月1日 合併 松平村 | 松平村                                   | 昭和36年11月1日 町制 松平町 | 昭和45年4月1日 豊田市に編入 | 豊田市                                               | 豊田市                      | 豊田市 |
| 東 加 茂 郡       | 東宮口村     |              | 豊栄村                      | 豊栄村                             | 明治39年5月1日 合併 松平村 | 松平村                                   | 昭和36年11月1日 町制 松平町 | 昭和45年4月1日 豊田市に編入 | 豊田市                                               | 豊田市                      | 豊田市 |
| 東 加 茂 郡       | 真垣内村     |              | 豊栄村                      | 豊栄村                             | 明治39年5月1日 合併 松平村 | 松平村                                   | 昭和36年11月1日 町制 松平町 | 昭和45年4月1日 豊田市に編入 | 豊田市                                               | 豊田市                      | 豊田市 |
| 東 加 茂 郡       | 南簗平村     |              | 豊栄村                      | 豊栄村                             | 明治39年5月1日 合併 松平村 | 松平村                                   | 昭和36年11月1日 町制 松平町 | 昭和45年4月1日 豊田市に編入 | 豊田市                                               | 豊田市                      | 豊田市 |
| 東 加 茂 郡       | 日明村       |              | 豊栄村                      | 豊栄村                             | 明治39年5月1日 合併 松平村 | 松平村                                   | 昭和36年11月1日 町制 松平町 | 昭和45年4月1日 豊田市に編入 | 豊田市                                               | 豊田市                      | 豊田市 |
| 東 加 茂 郡       | 岩谷村       | 岩谷村       | 豊栄村                      | 豊栄村                             | 明治39年5月1日 合併 盛岡村 | 昭和30年4月1日 足助町に編入              | 足助町                      | 足助町                      | 足助町                                               | 平成17年4月1日 豊田市に編入 | 豊田市 |
| 東 加 茂 郡       | 下平村       |              | 豊栄村                      | 豊栄村                             | 明治39年5月1日 合併 盛岡村 | 昭和30年4月1日 足助町に編入              | 足助町                      | 足助町                      | 足助町                                               | 平成17年4月1日 豊田市に編入 | 豊田市 |
| 東 加 茂 郡       | 霧山村       | 霧山村       | 穂積村                      | 穂積村                             | 明治39年5月1日 合併 盛岡村 | 昭和30年4月1日 足助町に編入              | 足助町                      | 足助町                      | 足助町                                               | 平成17年4月1日 豊田市に編入 | 豊田市 |
| 東 加 茂 郡       | 則定村       |              | 穂積村                      | 穂積村                             | 明治39年5月1日 合併 盛岡村 | 昭和30年4月1日 足助町に編入              | 足助町                      | 足助町                      | 足助町                                               | 平成17年4月1日 豊田市に編入 | 豊田市 |
| 東 加 茂 郡       | 酒呑村       | 酒呑村       | 穂積村                      | 穂積村                             | 明治39年5月1日 合併 松平村 | 松平村                                   | 昭和36年11月1日 町制 松平町 | 昭和45年4月1日 豊田市に編入 | 豊田市                                               | 豊田市                      | 豊田市 |
| 東 加 茂 郡       | 白瀬村       |              | 穂積村                      | 穂積村                             | 明治39年5月1日 合併 松平村 | 松平村                                   | 昭和36年11月1日 町制 松平町 | 昭和45年4月1日 豊田市に編入 | 豊田市                                               | 豊田市                      | 豊田市 |
| 東 加 茂 郡       | 重田和村     |              | 穂積村                      | 穂積村                             | 明治39年5月1日 合併 松平村 | 松平村                                   | 昭和36年11月1日 町制 松平町 | 昭和45年4月1日 豊田市に編入 | 豊田市                                               | 豊田市                      | 豊田市 |
| 東 加 茂 郡       | 西野村       |              | 穂積村                      | 穂積村                             | 明治39年5月1日 合併 松平村 | 松平村                                   | 昭和36年11月1日 町制 松平町 | 昭和45年4月1日 豊田市に編入 | 豊田市                                               | 豊田市                      | 豊田市 |
| 東 加 茂 郡       | 二本木村     |              | 穂積村                      | 穂積村                             | 明治39年5月1日 合併 松平村 | 松平村                                   | 昭和36年11月1日 町制 松平町 | 昭和45年4月1日 豊田市に編入 | 豊田市                                               | 豊田市                      | 豊田市 |
| 東 加 茂 郡       | 足助村       | 足助村       | 足助村                      | 明治23年12月17日 町制 足助町       | 足助町                     | 足助町                                   | 足助町                      | 足助町                      | 足助町                                               | 平成17年4月1日 豊田市に編入 | 豊田市 |
| 東 加 茂 郡       | 中之御所村   |              | 足助村                      | 明治23年12月17日 町制 足助町       | 足助町                     | 足助町                                   | 足助町                      | 足助町                      | 足助町                                               | 平成17年4月1日 豊田市に編入 | 豊田市 |
| 東 加 茂 郡       | 今朝平村     |              | 足助村                      | 明治23年12月17日 町制 足助町       | 足助町                     | 足助町                                   | 足助町                      | 足助町                      | 足助町                                               | 平成17年4月1日 豊田市に編入 | 豊田市 |
| 東 加 茂 郡       | 上国谷村     | 上国谷村     | 盛岡村                      | 盛岡村                             | 明治39年5月1日 合併 盛岡村 | 昭和30年4月1日 足助町に編入              | 足助町                      | 足助町                      | 足助町                                               | 平成17年4月1日 豊田市に編入 | 豊田市 |
| 東 加 茂 郡       | 四ツ松村     |              | 盛岡村                      | 盛岡村                             | 明治39年5月1日 合併 盛岡村 | 昭和30年4月1日 足助町に編入              | 足助町                      | 足助町                      | 足助町                                               | 平成17年4月1日 豊田市に編入 | 豊田市 |
| 東 加 茂 郡       | 冷田村       |              | 盛岡村                      | 盛岡村                             | 明治39年5月1日 合併 盛岡村 | 昭和30年4月1日 足助町に編入              | 足助町                      | 足助町                      | 足助町                                               | 平成17年4月1日 豊田市に編入 | 豊田市 |
| 東 加 茂 郡       | 上小田村     |              | 盛岡村                      | 盛岡村                             | 明治39年5月1日 合併 盛岡村 | 昭和30年4月1日 足助町に編入              | 足助町                      | 足助町                      | 足助町                                               | 平成17年4月1日 豊田市に編入 | 豊田市 |
| 東 加 茂 郡       | 沢ノ堂村     |              | 盛岡村                      | 盛岡村                             | 明治39年5月1日 合併 盛岡村 | 昭和30年4月1日 足助町に編入              | 足助町                      | 足助町                      | 足助町                                               | 平成17年4月1日 豊田市に編入 | 豊田市 |
| 東 加 茂 郡       | 平折村       |              | 盛岡村                      | 盛岡村                             | 明治39年5月1日 合併 盛岡村 | 昭和30年4月1日 足助町に編入              | 足助町                      | 足助町                      | 足助町                                               | 平成17年4月1日 豊田市に編入 | 豊田市 |
| 東 加 茂 郡       | 国閑村       |              | 盛岡村                      | 盛岡村                             | 明治39年5月1日 合併 盛岡村 | 昭和30年4月1日 足助町に編入              | 足助町                      | 足助町                      | 足助町                                               | 平成17年4月1日 豊田市に編入 | 豊田市 |
| 東 加 茂 郡       | 上脇村       |              | 盛岡村                      | 盛岡村                             | 明治39年5月1日 合併 盛岡村 | 昭和30年4月1日 足助町に編入              | 足助町                      | 足助町                      | 足助町                                               | 平成17年4月1日 豊田市に編入 | 豊田市 |
| 東 加 茂 郡       | 下佐切村     |              | 盛岡村                      | 盛岡村                             | 明治39年5月1日 合併 盛岡村 | 昭和30年4月1日 足助町に編入              | 足助町                      | 足助町                      | 足助町                                               | 平成17年4月1日 豊田市に編入 | 豊田市 |
| 東 加 茂 郡       | 上佐切村     |              | 盛岡村                      | 盛岡村                             | 明治39年5月1日 合併 盛岡村 | 昭和30年4月1日 足助町に編入              | 足助町                      | 足助町                      | 足助町                                               | 平成17年4月1日 豊田市に編入 | 豊田市 |
| 東 加 茂 郡       | 下国谷村     |              | 盛岡村                      | 盛岡村                             | 明治39年5月1日 合併 盛岡村 | 昭和30年4月1日 足助町に編入              | 足助町                      | 足助町                      | 足助町                                               | 平成17年4月1日 豊田市に編入 | 豊田市 |
| 東 加 茂 郡       | 中国谷村     |              | 盛岡村                      | 盛岡村                             | 明治39年5月1日 合併 盛岡村 | 昭和30年4月1日 足助町に編入              | 足助町                      | 足助町                      | 足助町                                               | 平成17年4月1日 豊田市に編入 | 豊田市 |
| 東 加 茂 郡       | 桑原田村     |              | 盛岡村                      | 盛岡村                             | 明治39年5月1日 合併 盛岡村 | 昭和30年4月1日 足助町に編入              | 足助町                      | 足助町                      | 足助町                                               | 平成17年4月1日 豊田市に編入 | 豊田市 |
| 東 加 茂 郡       | 栃本村       |              | 盛岡村                      | 盛岡村                             | 明治39年5月1日 合併 盛岡村 | 昭和30年4月1日 足助町に編入              | 足助町                      | 足助町                      | 足助町                                               | 平成17年4月1日 豊田市に編入 | 豊田市 |
| 東 加 茂 郡       | 大野村       | 野林村       | 盛岡村                      | 盛岡村                             | 明治39年5月1日 合併 盛岡村 | 昭和30年4月1日 足助町に編入              | 足助町                      | 足助町                      | 足助町                                               | 平成17年4月1日 豊田市に編入 | 豊田市 |
| 東 加 茂 郡       | 籠林村       | 野林村       | 盛岡村                      | 盛岡村                             | 明治39年5月1日 合併 盛岡村 | 昭和30年4月1日 足助町に編入              | 足助町                      | 足助町                      | 足助町                                               | 平成17年4月1日 豊田市に編入 | 豊田市 |
| 東 加 茂 郡       | 井ノ口村     | 追分村       | 盛岡村                      | 盛岡村                             | 明治39年5月1日 合併 盛岡村 | 昭和30年4月1日 足助町に編入              | 足助町                      | 足助町                      | 足助町                                               | 平成17年4月1日 豊田市に編入 | 豊田市 |
| 東 加 茂 郡       | 寺沢村       | 追分村       | 盛岡村                      | 盛岡村                             | 明治39年5月1日 合併 盛岡村 | 昭和30年4月1日 足助町に編入              | 足助町                      | 足助町                      | 足助町                                               | 平成17年4月1日 豊田市に編入 | 豊田市 |
| 東 加 茂 郡       | 近岡村       | 追分村       | 盛岡村                      | 盛岡村                             | 明治39年5月1日 合併 盛岡村 | 昭和30年4月1日 足助町に編入              | 足助町                      | 足助町                      | 足助町                                               | 平成17年4月1日 豊田市に編入 | 豊田市 |
| 東 加 茂 郡       | 大島村       | 追分村       | 盛岡村                      | 盛岡村                             | 明治39年5月1日 合併 盛岡村 | 昭和30年4月1日 足助町に編入              | 足助町                      | 足助町                      | 足助町                                               | 平成17年4月1日 豊田市に編入 | 豊田市 |
| 東 加 茂 郡       | 田振村       | 追分村       | 盛岡村                      | 盛岡村                             | 明治39年5月1日 合併 盛岡村 | 昭和30年4月1日 足助町に編入              | 足助町                      | 足助町                      | 足助町                                               | 平成17年4月1日 豊田市に編入 | 豊田市 |
| 東 加 茂 郡       | 岩神村       |              | 盛岡村                      | 盛岡村                             | 明治39年5月1日 合併 盛岡村 | 昭和30年4月1日 足助町に編入              | 足助町                      | 足助町                      | 足助町                                               | 平成17年4月1日 豊田市に編入 | 豊田市 |
| 東 加 茂 郡       | 戸中村       | 戸中村       | 金沢村                      | 金沢村                             | 明治39年5月1日 合併 盛岡村 | 昭和30年4月1日 足助町に編入              | 足助町                      | 足助町                      | 足助町                                               | 平成17年4月1日 豊田市に編入 | 豊田市 |
| 東 加 茂 郡       | 川端村       |              | 金沢村                      | 金沢村                             | 明治39年5月1日 合併 盛岡村 | 昭和30年4月1日 足助町に編入              | 足助町                      | 足助町                      | 足助町                                               | 平成17年4月1日 豊田市に編入 | 豊田市 |
| 東 加 茂 郡       | 山蕨村       | 山ケ谷村     | 金沢村                      | 金沢村                             | 明治39年5月1日 合併 賀茂村 | 昭和30年4月1日 足助町に編入              | 足助町                      | 足助町                      | 足助町                                               | 平成17年4月1日 豊田市に編入 | 豊田市 |
| 東 加 茂 郡       | 浅谷村       | 山ケ谷村     | 金沢村                      | 金沢村                             | 明治39年5月1日 合併 賀茂村 | 昭和30年4月1日 足助町に編入              | 足助町                      | 足助町                      | 足助町                                               | 平成17年4月1日 豊田市に編入 | 豊田市 |
| 東 加 茂 郡       | 有洞村       |              | 金沢村                      | 金沢村                             | 明治39年5月1日 合併 賀茂村 | 昭和30年4月1日 足助町に編入              | 足助町                      | 足助町                      | 足助町                                               | 平成17年4月1日 豊田市に編入 | 豊田市 |
| 東 加 茂 郡       | 綾渡村       |              | 金沢村                      | 金沢村                             | 明治39年5月1日 合併 賀茂村 | 昭和30年4月1日 足助町に編入              | 足助町                      | 足助町                      | 足助町                                               | 平成17年4月1日 豊田市に編入 | 豊田市 |
| 東 加 茂 郡       | 大蔵連村     |              | 金沢村                      | 金沢村                             | 明治39年5月1日 合併 賀茂村 | 昭和30年4月1日 足助町に編入              | 足助町                      | 足助町                      | 足助町                                               | 平成17年4月1日 豊田市に編入 | 豊田市 |
| 東 加 茂 郡       | 椿立村       |              | 金沢村                      | 金沢村                             | 明治39年5月1日 合併 賀茂村 | 昭和30年4月1日 足助町に編入              | 足助町                      | 足助町                      | 足助町                                               | 平成17年4月1日 豊田市に編入 | 豊田市 |
| 東 加 茂 郡       | 室平村       | 室口村       | 金沢村                      | 金沢村                             | 明治39年5月1日 合併 賀茂村 | 昭和30年4月1日 足助町に編入              | 足助町                      | 足助町                      | 足助町                                               | 平成17年4月1日 豊田市に編入 | 豊田市 |
| 東 加 茂 郡       | 足口村       | 室口村       | 金沢村                      | 金沢村                             | 明治39年5月1日 合併 賀茂村 | 昭和30年4月1日 足助町に編入              | 足助町                      | 足助町                      | 足助町                                               | 平成17年4月1日 豊田市に編入 | 豊田市 |
| 東 加 茂 郡       | 漆畑村       |              | 金沢村                      | 金沢村                             | 明治39年5月1日 合併 賀茂村 | 昭和30年4月1日 足助町に編入              | 足助町                      | 足助町                      | 足助町                                               | 平成17年4月1日 豊田市に編入 | 豊田市 |
| 東 加 茂 郡       | 山ノ中立村   |              | 金沢村                      | 金沢村                             | 明治39年5月1日 合併 賀茂村 | 昭和30年4月1日 足助町に編入              | 足助町                      | 足助町                      | 足助町                                               | 平成17年4月1日 豊田市に編入 | 豊田市 |
| 東 加 茂 郡       | 東大見村     |              | 金沢村                      | 金沢村                             | 明治39年5月1日 合併 賀茂村 | 昭和30年4月1日 足助町に編入              | 足助町                      | 足助町                      | 足助町                                               | 平成17年4月1日 豊田市に編入 | 豊田市 |
| 東 加 茂 郡       | 葛沢村       |              | 金沢村                      | 金沢村                             | 明治39年5月1日 合併 賀茂村 | 昭和30年4月1日 足助町に編入              | 足助町                      | 足助町                      | 足助町                                               | 平成17年4月1日 豊田市に編入 | 豊田市 |
| 東 加 茂 郡       | 安実京村     |              | 金沢村                      | 金沢村                             | 明治39年5月1日 合併 賀茂村 | 昭和30年4月1日 足助町に編入              | 足助町                      | 足助町                      | 足助町                                               | 平成17年4月1日 豊田市に編入 | 豊田市 |
| 東 加 茂 郡       | 御内蔵連     |              | 金沢村                      | 金沢村                             | 明治39年5月1日 合併 賀茂村 | 昭和30年4月1日 足助町に編入              | 足助町                      | 足助町                      | 足助町                                               | 平成17年4月1日 豊田市に編入 | 豊田市 |
| 東 加 茂 郡       | 明川村       | 明川村       | 伊勢神村                    | 伊勢神村                           | 明治39年5月1日 合併 賀茂村 | 昭和30年4月1日 足助町に編入              | 足助町                      | 足助町                      | 足助町                                               | 平成17年4月1日 豊田市に編入 | 豊田市 |
| 東 加 茂 郡       | 連谷村       |              | 伊勢神村                    | 伊勢神村                           | 明治39年5月1日 合併 賀茂村 | 昭和30年4月1日 足助町に編入              | 足助町                      | 足助町                      | 足助町                                               | 平成17年4月1日 豊田市に編入 | 豊田市 |
| 東 加 茂 郡       | 平沢村       |              | 伊勢神村                    | 伊勢神村                           | 明治39年5月1日 合併 賀茂村 | 昭和30年4月1日 足助町に編入              | 足助町                      | 足助町                      | 足助町                                               | 平成17年4月1日 豊田市に編入 | 豊田市 |
| 東 加 茂 郡       | 大多賀村     |              | 伊勢神村                    | 伊勢神村                           | 明治39年5月1日 合併 賀茂村 | 昭和30年4月1日 足助町に編入              | 足助町                      | 足助町                      | 足助町                                               | 平成17年4月1日 豊田市に編入 | 豊田市 |
| 東 加 茂 郡       | 桑田和村     | 桑田和村     | 賀茂村                      | 賀茂村                             | 明治39年5月1日 合併 賀茂村 | 昭和30年4月1日 足助町に編入              | 足助町                      | 足助町                      | 足助町                                               | 平成17年4月1日 豊田市に編入 | 豊田市 |
| 東 加 茂 郡       | 千田村       |              | 賀茂村                      | 賀茂村                             | 明治39年5月1日 合併 賀茂村 | 昭和30年4月1日 足助町に編入              | 足助町                      | 足助町                      | 足助町                                               | 平成17年4月1日 豊田市に編入 | 豊田市 |
| 東 加 茂 郡       | 上貝戸村     | 二夕宮村     | 賀茂村                      | 賀茂村                             | 明治39年5月1日 合併 賀茂村 | 昭和30年4月1日 足助町に編入              | 足助町                      | 足助町                      | 足助町                                               | 平成17年4月1日 豊田市に編入 | 豊田市 |
| 東 加 茂 郡       | 東丹波村     | 二夕宮村     | 賀茂村                      | 賀茂村                             | 明治39年5月1日 合併 賀茂村 | 昭和30年4月1日 足助町に編入              | 足助町                      | 足助町                      | 足助町                                               | 平成17年4月1日 豊田市に編入 | 豊田市 |
| 東 加 茂 郡       | 上八木村     |              | 賀茂村                      | 賀茂村                             | 明治39年5月1日 合併 賀茂村 | 昭和30年4月1日 足助町に編入              | 足助町                      | 足助町                      | 足助町                                               | 平成17年4月1日 豊田市に編入 | 豊田市 |
| 東 加 茂 郡       | 怒田沢村     |              | 賀茂村                      | 賀茂村                             | 明治39年5月1日 合併 賀茂村 | 昭和30年4月1日 足助町に編入              | 足助町                      | 足助町                      | 足助町                                               | 平成17年4月1日 豊田市に編入 | 豊田市 |
| 東 加 茂 郡       | 市ケ瀬村     | 龍岡村       | 賀茂村                      | 賀茂村                             | 明治39年5月1日 合併 賀茂村 | 昭和30年4月1日 足助町に編入              | 足助町                      | 足助町                      | 足助町                                               | 平成17年4月1日 豊田市に編入 | 豊田市 |
| 東 加 茂 郡       | 須田村       | 龍岡村       | 賀茂村                      | 賀茂村                             | 明治39年5月1日 合併 賀茂村 | 昭和30年4月1日 足助町に編入              | 足助町                      | 足助町                      | 足助町                                               | 平成17年4月1日 豊田市に編入 | 豊田市 |
| 東 加 茂 郡       | 足原村       | 龍岡村       | 賀茂村                      | 賀茂村                             | 明治39年5月1日 合併 賀茂村 | 昭和30年4月1日 足助町に編入              | 足助町                      | 足助町                      | 足助町                                               | 平成17年4月1日 豊田市に編入 | 豊田市 |
| 東 加 茂 郡       | 千野村       |              | 賀茂村                      | 賀茂村                             | 明治39年5月1日 合併 賀茂村 | 昭和30年4月1日 足助町に編入              | 足助町                      | 足助町                      | 足助町                                               | 平成17年4月1日 豊田市に編入 | 豊田市 |
| 東 加 茂 郡       | 菅生村       |              | 賀茂村                      | 賀茂村                             | 明治39年5月1日 合併 賀茂村 | 昭和30年4月1日 足助町に編入              | 足助町                      | 足助町                      | 足助町                                               | 平成17年4月1日 豊田市に編入 | 豊田市 |
| 東 加 茂 郡       | 越田和村     |              | 賀茂村                      | 賀茂村                             | 明治39年5月1日 合併 賀茂村 | 昭和30年4月1日 足助町に編入              | 足助町                      | 足助町                      | 足助町                                               | 平成17年4月1日 豊田市に編入 | 豊田市 |
| 東 加 茂 郡       | 川面村       |              | 賀茂村                      | 賀茂村                             | 明治39年5月1日 合併 賀茂村 | 昭和30年4月1日 足助町に編入              | 足助町                      | 足助町                      | 足助町                                               | 平成17年4月1日 豊田市に編入 | 豊田市 |
| 東 加 茂 郡       | 五反田村     |              | 賀茂村                      | 賀茂村                             | 明治39年5月1日 合併 賀茂村 | 昭和30年4月1日 足助町に編入              | 足助町                      | 足助町                      | 足助町                                               | 平成17年4月1日 豊田市に編入 | 豊田市 |
| 東 加 茂 郡       | 久木村       | 久木村       | 賀茂村                      | 明治26年2月2日 分立 大和村         | 明治39年5月1日 合併 阿摺村 | 昭和30年4月1日 足助町に編入              | 足助町                      | 足助町                      | 足助町                                               | 平成17年4月1日 豊田市に編入 | 豊田市 |
| 東 加 茂 郡       | 林間村       | 林間村       | 賀茂村                      | 明治26年2月2日 分立 大和村         | 明治39年5月1日 合併 阿摺村 | 昭和30年4月1日 足助町に編入              | 足助町                      | 足助町                      | 足助町                                               | 平成17年4月1日 豊田市に編入 | 豊田市 |
| 東 加 茂 郡       | 深折村       | 林間村       | 賀茂村                      | 明治26年2月2日 分立 大和村         | 明治39年5月1日 合併 阿摺村 | 昭和30年4月1日 足助町に編入              | 足助町                      | 足助町                      | 足助町                                               | 平成17年4月1日 豊田市に編入 | 豊田市 |
| 東 加 茂 郡       | 北小田村     |              | 賀茂村                      | 明治26年2月2日 分立 大和村         | 明治39年5月1日 合併 阿摺村 | 昭和30年4月1日 足助町に編入              | 足助町                      | 足助町                      | 足助町                                               | 平成17年4月1日 豊田市に編入 | 豊田市 |
| 東 加 茂 郡       | 大井村       | 福知村       | 賀茂村                      | 明治26年2月2日 分立 大和村         | 明治39年5月1日 合併 阿摺村 | 昭和30年4月1日 足助町に編入              | 足助町                      | 足助町                      | 足助町                                               | 平成17年4月1日 豊田市に編入 | 豊田市 |
| 東 加 茂 郡       | 南細田村     | 福知村       | 賀茂村                      | 明治26年2月2日 分立 大和村         | 明治39年5月1日 合併 阿摺村 | 昭和30年4月1日 足助町に編入              | 足助町                      | 足助町                      | 足助町                                               | 平成17年4月1日 豊田市に編入 | 豊田市 |
| 東 加 茂 郡       | 大地沢村     | 豊岡村       | 賀茂村                      | 明治26年2月2日 分立 大和村         | 明治39年5月1日 合併 阿摺村 | 昭和30年4月1日 足助町に編入              | 足助町                      | 足助町                      | 足助町                                               | 平成17年4月1日 豊田市に編入 | 豊田市 |
| 東 加 茂 郡       | 安代村       | 豊岡村       | 賀茂村                      | 明治26年2月2日 分立 大和村         | 明治39年5月1日 合併 阿摺村 | 昭和30年4月1日 足助町に編入              | 足助町                      | 足助町                      | 足助町                                               | 平成17年4月1日 豊田市に編入 | 豊田市 |
| 東 加 茂 郡       | 八桑村       | 新盛村       | 賀茂村                      | 明治26年2月2日 分立 大和村         | 明治39年5月1日 合併 阿摺村 | 昭和30年4月1日 足助町に編入              | 足助町                      | 足助町                      | 足助町                                               | 平成17年4月1日 豊田市に編入 | 豊田市 |
| 東 加 茂 郡       | 菅田和村     | 新盛村       | 賀茂村                      | 明治26年2月2日 分立 大和村         | 明治39年5月1日 合併 阿摺村 | 昭和30年4月1日 足助町に編入              | 足助町                      | 足助町                      | 足助町                                               | 平成17年4月1日 豊田市に編入 | 豊田市 |
| 東 加 茂 郡       | 玉ケ瀬村     | 玉野村       | 賀茂村                      | 明治26年2月2日 分立 大和村         | 明治39年5月1日 合併 阿摺村 | 昭和30年4月1日 足助町に編入              | 足助町                      | 足助町                      | 足助町                                               | 平成17年4月1日 豊田市に編入 | 豊田市 |
| 東 加 茂 郡       | 永野村       | 玉野村       | 賀茂村                      | 明治26年2月2日 分立 大和村         | 明治39年5月1日 合併 阿摺村 | 昭和30年4月1日 足助町に編入              | 足助町                      | 足助町                      | 足助町                                               | 平成17年4月1日 豊田市に編入 | 豊田市 |
| 東 加 茂 郡       | 西樫尾村     | 広岡村       | 阿摺村                      | 阿摺村                             | 明治39年5月1日 合併 阿摺村 | 昭和30年4月1日 足助町に編入              | 足助町                      | 足助町                      | 足助町                                               | 平成17年4月1日 豊田市に編入 | 豊田市 |
| 東 加 茂 郡       | 東渡合村     | 広岡村       | 阿摺村                      | 阿摺村                             | 明治39年5月1日 合併 阿摺村 | 昭和30年4月1日 足助町に編入              | 足助町                      | 足助町                      | 足助町                                               | 平成17年4月1日 豊田市に編入 | 豊田市 |
| 東 加 茂 郡       | 小町村       | 広岡村       | 阿摺村                      | 阿摺村                             | 明治39年5月1日 合併 阿摺村 | 昭和30年4月1日 足助町に編入              | 足助町                      | 足助町                      | 足助町                                               | 平成17年4月1日 豊田市に編入 | 豊田市 |
| 東 加 茂 郡       | 御蔵村       | 広岡村       | 阿摺村                      | 阿摺村                             | 明治39年5月1日 合併 阿摺村 | 昭和30年4月1日 足助町に編入              | 足助町                      | 足助町                      | 足助町                                               | 平成17年4月1日 豊田市に編入 | 豊田市 |
| 東 加 茂 郡       | 実栗村       | 広岡村       | 阿摺村                      | 阿摺村                             | 明治39年5月1日 合併 阿摺村 | 昭和30年4月1日 足助町に編入              | 足助町                      | 足助町                      | 足助町                                               | 平成17年4月1日 豊田市に編入 | 豊田市 |
| 東 加 茂 郡       | 大蔵村       | 広岡村       | 阿摺村                      | 阿摺村                             | 明治39年5月1日 合併 阿摺村 | 昭和30年4月1日 足助町に編入              | 足助町                      | 足助町                      | 足助町                                               | 平成17年4月1日 豊田市に編入 | 豊田市 |
| 東 加 茂 郡       | 切山村       | 広岡村       | 阿摺村                      | 阿摺村                             | 明治39年5月1日 合併 阿摺村 | 昭和30年4月1日 足助町に編入              | 足助町                      | 足助町                      | 足助町                                               | 平成17年4月1日 豊田市に編入 | 豊田市 |
| 東 加 茂 郡       | 小手沢村     | 広岡村       | 阿摺村                      | 阿摺村                             | 明治39年5月1日 合併 阿摺村 | 昭和30年4月1日 足助町に編入              | 足助町                      | 足助町                      | 足助町                                               | 平成17年4月1日 豊田市に編入 | 豊田市 |
| 東 加 茂 郡       | 月原村       |              | 阿摺村                      | 阿摺村                             | 明治39年5月1日 合併 阿摺村 | 昭和30年4月1日 足助町に編入              | 足助町                      | 足助町                      | 足助町                                               | 平成17年4月1日 豊田市に編入 | 豊田市 |
| 東 加 茂 郡       | 摺村         | 摺村         | 阿摺村                      | 明治27年6月4日 分立 瑞穂村         | 明治39年5月1日 合併 阿摺村 | 昭和30年4月1日 足助町に編入              | 足助町                      | 足助町                      | 足助町                                               | 平成17年4月1日 豊田市に編入 | 豊田市 |
| 東 加 茂 郡       | 葛村         |              | 阿摺村                      | 明治27年6月4日 分立 瑞穂村         | 明治39年5月1日 合併 阿摺村 | 昭和30年4月1日 足助町に編入              | 足助町                      | 足助町                      | 足助町                                               | 平成17年4月1日 豊田市に編入 | 豊田市 |
| 東 加 茂 郡       | 深田村       | 白山村       | 阿摺村                      | 明治27年6月4日 分立 瑞穂村         | 明治39年5月1日 合併 阿摺村 | 昭和30年4月1日 足助町に編入              | 足助町                      | 足助町                      | 足助町                                               | 平成17年4月1日 豊田市に編入 | 豊田市 |
| 東 加 茂 郡       | 東広見村     | 白山村       | 阿摺村                      | 明治27年6月4日 分立 瑞穂村         | 明治39年5月1日 合併 阿摺村 | 昭和30年4月1日 足助町に編入              | 足助町                      | 足助町                      | 足助町                                               | 平成17年4月1日 豊田市に編入 | 豊田市 |
| 東 加 茂 郡       | 栃ノ沢村     |              | 阿摺村                      | 明治27年6月4日 分立 瑞穂村         | 明治39年5月1日 合併 阿摺村 | 昭和30年4月1日 足助町に編入              | 足助町                      | 足助町                      | 足助町                                               | 平成17年4月1日 豊田市に編入 | 豊田市 |
| 東 加 茂 郡       | 中立村       |              | 阿摺村                      | 明治27年6月4日 分立 瑞穂村         | 明治39年5月1日 合併 阿摺村 | 昭和30年4月1日 足助町に編入              | 足助町                      | 足助町                      | 足助町                                               | 平成17年4月1日 豊田市に編入 | 豊田市 |
| 東 加 茂 郡       | 大河原村     |              | 阿摺村                      | 明治27年6月4日 分立 瑞穂村         | 明治39年5月1日 合併 阿摺村 | 昭和30年4月1日 足助町に編入              | 足助町                      | 足助町                      | 足助町                                               | 平成17年4月1日 豊田市に編入 | 豊田市 |
| 東 加 茂 郡       | 東中山村     |              | 阿摺村                      | 明治27年6月4日 分立 瑞穂村         | 明治39年5月1日 合併 阿摺村 | 昭和30年4月1日 足助町に編入              | 足助町                      | 足助町                      | 足助町                                               | 平成17年4月1日 豊田市に編入 | 豊田市 |
| 東 加 茂 郡       | 大塚村       |              | 阿摺村                      | 明治27年6月4日 分立 瑞穂村         | 明治39年5月1日 合併 阿摺村 | 昭和30年4月1日 足助町に編入              | 足助町                      | 足助町                      | 足助町                                               | 平成17年4月1日 豊田市に編入 | 豊田市 |
| 東 加 茂 郡       | 塩ノ沢村     |              | 阿摺村                      | 明治27年6月4日 分立 瑞穂村         | 明治39年5月1日 合併 阿摺村 | 昭和30年4月1日 足助町に編入              | 足助町                      | 足助町                      | 足助町                                               | 平成17年4月1日 豊田市に編入 | 豊田市 |
| 東 加 茂 郡       | 牛地村       | 牛地村       | 生駒村                      | 生駒村                             | 明治39年5月1日 合併 旭村   | 旭村                                     | 旭村                        | 昭和42年4月1日 町制 旭町    | 旭町                                                 | 平成17年4月1日 豊田市に編入 | 豊田市 |
| 東 加 茂 郡       | 小滝野村     |              | 生駒村                      | 生駒村                             | 明治39年5月1日 合併 旭村   | 旭村                                     | 旭村                        | 昭和42年4月1日 町制 旭町    | 旭町                                                 | 平成17年4月1日 豊田市に編入 | 豊田市 |
| 東 加 茂 郡       | 田津原村     |              | 生駒村                      | 生駒村                             | 明治39年5月1日 合併 旭村   | 旭村                                     | 旭村                        | 昭和42年4月1日 町制 旭町    | 旭町                                                 | 平成17年4月1日 豊田市に編入 | 豊田市 |
| 東 加 茂 郡       | 閑羅瀬村     |              | 生駒村                      | 生駒村                             | 明治39年5月1日 合併 旭村   | 旭村                                     | 旭村                        | 昭和42年4月1日 町制 旭町    | 旭町                                                 | 平成17年4月1日 豊田市に編入 | 豊田市 |
| 東 加 茂 郡       | 余平村       | 余平村       | 介木村                      | 介木村                             | 明治39年5月1日 合併 旭村   | 旭村                                     | 旭村                        | 昭和42年4月1日 町制 旭町    | 旭町                                                 | 平成17年4月1日 豊田市に編入 | 豊田市 |
| 東 加 茂 郡       | 太田村       |              | 介木村                      | 介木村                             | 明治39年5月1日 合併 旭村   | 旭村                                     | 旭村                        | 昭和42年4月1日 町制 旭町    | 旭町                                                 | 平成17年4月1日 豊田市に編入 | 豊田市 |
| 東 加 茂 郡       | 万町村       |              | 介木村                      | 介木村                             | 明治39年5月1日 合併 旭村   | 旭村                                     | 旭村                        | 昭和42年4月1日 町制 旭町    | 旭町                                                 | 平成17年4月1日 豊田市に編入 | 豊田市 |
| 東 加 茂 郡       | 明賀村       |              | 介木村                      | 介木村                             | 明治39年5月1日 合併 旭村   | 旭村                                     | 旭村                        | 昭和42年4月1日 町制 旭町    | 旭町                                                 | 平成17年4月1日 豊田市に編入 | 豊田市 |
| 東 加 茂 郡       | 小渡村       |              | 介木村                      | 介木村                             | 明治39年5月1日 合併 旭村   | 旭村                                     | 旭村                        | 昭和42年4月1日 町制 旭町    | 旭町                                                 | 平成17年4月1日 豊田市に編入 | 豊田市 |
| 東 加 茂 郡       | 時瀬村       |              | 介木村                      | 介木村                             | 明治39年5月1日 合併 旭村   | 旭村                                     | 旭村                        | 昭和42年4月1日 町制 旭町    | 旭町                                                 | 平成17年4月1日 豊田市に編入 | 豊田市 |
| 東 加 茂 郡       | 槙本村       | 槙本村       | 築羽村                      | 築羽村                             | 明治39年5月1日 合併 旭村   | 旭村                                     | 旭村                        | 昭和42年4月1日 町制 旭町    | 旭町                                                 | 平成17年4月1日 豊田市に編入 | 豊田市 |
| 東 加 茂 郡       | 小畑村       |              | 築羽村                      | 築羽村                             | 明治39年5月1日 合併 旭村   | 旭村                                     | 旭村                        | 昭和42年4月1日 町制 旭町    | 旭町                                                 | 平成17年4月1日 豊田市に編入 | 豊田市 |
| 東 加 茂 郡       | 坪崎村       |              | 築羽村                      | 築羽村                             | 明治39年5月1日 合併 旭村   | 旭村                                     | 旭村                        | 昭和42年4月1日 町制 旭町    | 旭町                                                 | 平成17年4月1日 豊田市に編入 | 豊田市 |
| 東 加 茂 郡       | 日下部村     |              | 築羽村                      | 築羽村                             | 明治39年5月1日 合併 旭村   | 旭村                                     | 旭村                        | 昭和42年4月1日 町制 旭町    | 旭町                                                 | 平成17年4月1日 豊田市に編入 | 豊田市 |
| 東 加 茂 郡       | 伯母沢村     |              | 築羽村                      | 築羽村                             | 明治39年5月1日 合併 旭村   | 旭村                                     | 旭村                        | 昭和42年4月1日 町制 旭町    | 旭町                                                 | 平成17年4月1日 豊田市に編入 | 豊田市 |
| 東 加 茂 郡       | 岡村         | 八幡村       | 築羽村                      | 築羽村                             | 明治39年5月1日 合併 旭村   | 旭村                                     | 旭村                        | 昭和42年4月1日 町制 旭町    | 旭町                                                 | 平成17年4月1日 豊田市に編入 | 豊田市 |
| 東 加 茂 郡       | 高蔵村       | 八幡村       | 築羽村                      | 築羽村                             | 明治39年5月1日 合併 旭村   | 旭村                                     | 旭村                        | 昭和42年4月1日 町制 旭町    | 旭町                                                 | 平成17年4月1日 豊田市に編入 | 豊田市 |
| 東 加 茂 郡       | 上伊熊村     | 伊熊村       | 築羽村                      | 築羽村                             | 明治39年5月1日 合併 旭村   | 旭村                                     | 旭村                        | 昭和42年4月1日 町制 旭町    | 旭町                                                 | 平成17年4月1日 豊田市に編入 | 豊田市 |
| 東 加 茂 郡       | 下伊熊村     | 伊熊村       | 築羽村                      | 築羽村                             | 明治39年5月1日 合併 旭村   | 旭村                                     | 旭村                        | 昭和42年4月1日 町制 旭町    | 旭町                                                 | 平成17年4月1日 豊田市に編入 | 豊田市 |
| 東 加 茂 郡       | 惣田村       |              | 築羽村                      | 築羽村                             | 明治39年5月1日 合併 旭村   | 旭村                                     | 旭村                        | 昭和42年4月1日 町制 旭町    | 旭町                                                 | 平成17年4月1日 豊田市に編入 | 豊田市 |
| 東 加 茂 郡       | 沢尻村       | 杉本村       | 野見村                      | 野見村                             | 明治39年5月1日 合併 旭村   | 旭村                                     | 旭村                        | 昭和42年4月1日 町制 旭町    | 旭町                                                 | 平成17年4月1日 豊田市に編入 | 豊田市 |
| 東 加 茂 郡       | 大垣内村     | 杉本村       | 野見村                      | 野見村                             | 明治39年5月1日 合併 旭村   | 旭村                                     | 旭村                        | 昭和42年4月1日 町制 旭町    | 旭町                                                 | 平成17年4月1日 豊田市に編入 | 豊田市 |
| 東 加 茂 郡       | 源重村       | 杉本村       | 野見村                      | 野見村                             | 明治39年5月1日 合併 旭村   | 旭村                                     | 旭村                        | 昭和42年4月1日 町制 旭町    | 旭町                                                 | 平成17年4月1日 豊田市に編入 | 豊田市 |
| 東 加 茂 郡       | 九沢村       | 杉本村       | 野見村                      | 野見村                             | 明治39年5月1日 合併 旭村   | 旭村                                     | 旭村                        | 昭和42年4月1日 町制 旭町    | 旭町                                                 | 平成17年4月1日 豊田市に編入 | 豊田市 |
| 東 加 茂 郡       | 白石村       | 杉本村       | 野見村                      | 野見村                             | 明治39年5月1日 合併 旭村   | 旭村                                     | 旭村                        | 昭和42年4月1日 町制 旭町    | 旭町                                                 | 平成17年4月1日 豊田市に編入 | 豊田市 |
| 東 加 茂 郡       | 東加塩村     |              | 野見村                      | 野見村                             | 明治39年5月1日 合併 旭村   | 旭村                                     | 旭村                        | 昭和42年4月1日 町制 旭町    | 旭町                                                 | 平成17年4月1日 豊田市に編入 | 豊田市 |
| 東 加 茂 郡       | 押手村       | 押井村       | 野見村                      | 野見村                             | 明治39年5月1日 合併 旭村   | 旭村                                     | 旭村                        | 昭和42年4月1日 町制 旭町    | 旭町                                                 | 平成17年4月1日 豊田市に編入 | 豊田市 |
| 東 加 茂 郡       | 二井寺村     | 押井村       | 野見村                      | 野見村                             | 明治39年5月1日 合併 旭村   | 旭村                                     | 旭村                        | 昭和42年4月1日 町制 旭町    | 旭町                                                 | 平成17年4月1日 豊田市に編入 | 豊田市 |
| 東 加 茂 郡       | 万根村       |              | 野見村                      | 野見村                             | 明治39年5月1日 合併 旭村   | 旭村                                     | 旭村                        | 昭和42年4月1日 町制 旭町    | 旭町                                                 | 平成17年4月1日 豊田市に編入 | 豊田市 |
| 東 加 茂 郡       | 菊田村       |              | 野見村                      | 野見村                             | 明治39年5月1日 合併 旭村   | 旭村                                     | 旭村                        | 昭和42年4月1日 町制 旭町    | 旭町                                                 | 平成17年4月1日 豊田市に編入 | 豊田市 |
| 東 加 茂 郡       | 鳥巣村       | 榊野村       | 野見村                      | 野見村                             | 明治39年5月1日 合併 旭村   | 旭村                                     | 旭村                        | 昭和42年4月1日 町制 旭町    | 旭町                                                 | 平成17年4月1日 豊田市に編入 | 豊田市 |
| 東 加 茂 郡       | 月畑村       | 榊野村       | 野見村                      | 野見村                             | 明治39年5月1日 合併 旭村   | 旭村                                     | 旭村                        | 昭和42年4月1日 町制 旭町    | 旭町                                                 | 平成17年4月1日 豊田市に編入 | 豊田市 |
| 東 加 茂 郡       | 小沢村       | 榊野村       | 野見村                      | 野見村                             | 明治39年5月1日 合併 旭村   | 旭村                                     | 旭村                        | 昭和42年4月1日 町制 旭町    | 旭町                                                 | 平成17年4月1日 豊田市に編入 | 豊田市 |
| 東 加 茂 郡       | 能見村       | 榊野村       | 野見村                      | 野見村                             | 明治39年5月1日 合併 旭村   | 旭村                                     | 旭村                        | 昭和42年4月1日 町制 旭町    | 旭町                                                 | 平成17年4月1日 豊田市に編入 | 豊田市 |
| 東 加 茂 郡       | 有間村       |              | 野見村                      | 野見村                             | 明治39年5月1日 合併 旭村   | 旭村                                     | 旭村                        | 昭和42年4月1日 町制 旭町    | 旭町                                                 | 平成17年4月1日 豊田市に編入 | 豊田市 |
| 東 加 茂 郡       | 笹戸村       |              | 野見村                      | 野見村                             | 明治39年5月1日 合併 旭村   | 旭村                                     | 旭村                        | 昭和42年4月1日 町制 旭町    | 旭町                                                 | 平成17年4月1日 豊田市に編入 | 豊田市 |
| 東 加 茂 郡       | 市平村       |              | 野見村                      | 野見村                             | 明治39年5月1日 合併 旭村   | 旭村                                     | 旭村                        | 昭和42年4月1日 町制 旭町    | 旭町                                                 | 平成17年4月1日 豊田市に編入 | 豊田市 |
| 東 加 茂 郡       | 池島村       |              | 野見村                      | 野見村                             | 明治39年5月1日 合併 旭村   | 旭村                                     | 旭村                        | 昭和42年4月1日 町制 旭町    | 旭町                                                 | 平成17年4月1日 豊田市に編入 | 豊田市 |
| 東 加 茂 郡       | 大坪村       | 大坪村       | 野見村                      | 野見村                             | 明治39年5月1日 合併 旭村   | 旭村                                     | 旭村                        | 昭和42年4月1日 町制 旭町    | 旭町                                                 | 平成17年4月1日 豊田市に編入 | 豊田市 |
| 東 加 茂 郡       | 高能村       | 大坪村       | 野見村                      | 野見村                             | 明治39年5月1日 合併 旭村   | 旭村                                     | 旭村                        | 昭和42年4月1日 町制 旭町    | 旭町                                                 | 平成17年4月1日 豊田市に編入 | 豊田市 |
| 東 加 茂 郡       | 東萩平村     |              | 野見村                      | 野見村                             | 明治39年5月1日 合併 旭村   | 旭村                                     | 旭村                        | 昭和42年4月1日 町制 旭町    | 旭町                                                 | 平成17年4月1日 豊田市に編入 | 豊田市 |
| 岐 阜 県 恵 那 郡 | 浅谷村       | 浅谷村       | 浅谷村                      | 明治23年5月1日 合併 三濃村（一部） | 三濃村（一部）             | 昭和30年4月1日 愛知県東加茂郡 旭村に編入 | 旭村                        | 昭和42年4月1日 町制 旭町    | 旭町                                                 | 平成17年4月1日 豊田市に編入 | 豊田市 |
| 岐 阜 県 恵 那 郡 | 須渕村       | 浅谷村       | 浅谷村                      | 明治23年5月1日 合併 三濃村（一部） | 三濃村（一部）             | 昭和30年4月1日 愛知県東加茂郡 旭村に編入 | 旭村                        | 昭和42年4月1日 町制 旭町    | 旭町                                                 | 平成17年4月1日 豊田市に編入 | 豊田市 |
| 岐 阜 県 恵 那 郡 | 一色村       | 野原村       | 野原村                      | 明治23年5月1日 合併 三濃村（一部） | 三濃村（一部）             | 昭和30年4月1日 愛知県東加茂郡 旭村に編入 | 旭村                        | 昭和42年4月1日 町制 旭町    | 旭町                                                 | 平成17年4月1日 豊田市に編入 | 豊田市 |
| 岐 阜 県 恵 那 郡 | 上切村       | 野原村       | 野原村                      | 明治23年5月1日 合併 三濃村（一部） | 三濃村（一部）             | 昭和30年4月1日 愛知県東加茂郡 旭村に編入 | 旭村                        | 昭和42年4月1日 町制 旭町    | 旭町                                                 | 平成17年4月1日 豊田市に編入 | 豊田市 |
| 岐 阜 県 恵 那 郡 | 上中切村     | 野原村       | 野原村                      | 明治23年5月1日 合併 三濃村（一部） | 三濃村（一部）             | 昭和30年4月1日 愛知県東加茂郡 旭村に編入 | 旭村                        | 昭和42年4月1日 町制 旭町    | 旭町                                                 | 平成17年4月1日 豊田市に編入 | 豊田市 |
| 岐 阜 県 恵 那 郡 | 下中切村     | 野原村       | 野原村                      | 明治23年5月1日 合併 三濃村（一部） | 三濃村（一部）             | 昭和30年4月1日 愛知県東加茂郡 旭村に編入 | 旭村                        | 昭和42年4月1日 町制 旭町    | 旭町                                                 | 平成17年4月1日 豊田市に編入 | 豊田市 |
| 岐 阜 県 恵 那 郡 | 下切村       | 野原村       | 野原村                      | 明治23年5月1日 合併 三濃村（一部） | 三濃村（一部）             | 昭和30年4月1日 愛知県東加茂郡 旭村に編入 | 旭村                        | 昭和42年4月1日 町制 旭町    | 旭町                                                 | 平成17年4月1日 豊田市に編入 | 豊田市 |
| 北 設 楽 郡       | 稲橋村       | 稲橋村       | 稲橋村                      | 稲橋村                             | 稲橋村                     | 昭和15年5月10日 合併 稲武町              | 昭和15年5月10日 合併 稲武町 | 昭和15年5月10日 合併 稲武町 | 平成15年10月1日 所属変更 東加茂郡 （東加茂郡稲武町） | 平成17年4月1日 豊田市に編入 | 豊田市 |
| 北 設 楽 郡       | 夏焼村       |              | 稲橋村                      | 稲橋村                             | 稲橋村                     | 昭和15年5月10日 合併 稲武町              | 昭和15年5月10日 合併 稲武町 | 昭和15年5月10日 合併 稲武町 | 平成15年10月1日 所属変更 東加茂郡 （東加茂郡稲武町） | 平成17年4月1日 豊田市に編入 | 豊田市 |
| 北 設 楽 郡       | 中当村       |              | 稲橋村                      | 稲橋村                             | 稲橋村                     | 昭和15年5月10日 合併 稲武町              | 昭和15年5月10日 合併 稲武町 | 昭和15年5月10日 合併 稲武町 | 平成15年10月1日 所属変更 東加茂郡 （東加茂郡稲武町） | 平成17年4月1日 豊田市に編入 | 豊田市 |
| 北 設 楽 郡       | 野入村       |              | 稲橋村                      | 稲橋村                             | 稲橋村                     | 昭和15年5月10日 合併 稲武町              | 昭和15年5月10日 合併 稲武町 | 昭和15年5月10日 合併 稲武町 | 平成15年10月1日 所属変更 東加茂郡 （東加茂郡稲武町） | 平成17年4月1日 豊田市に編入 | 豊田市 |
| 北 設 楽 郡       | 大野瀬村     |              | 稲橋村                      | 稲橋村                             | 稲橋村                     | 昭和15年5月10日 合併 稲武町              | 昭和15年5月10日 合併 稲武町 | 昭和15年5月10日 合併 稲武町 | 平成15年10月1日 所属変更 東加茂郡 （東加茂郡稲武町） | 平成17年4月1日 豊田市に編入 | 豊田市 |
| 北 設 楽 郡       | 押山村       |              | 稲橋村                      | 稲橋村                             | 稲橋村                     | 昭和15年5月10日 合併 稲武町              | 昭和15年5月10日 合併 稲武町 | 昭和15年5月10日 合併 稲武町 | 平成15年10月1日 所属変更 東加茂郡 （東加茂郡稲武町） | 平成17年4月1日 豊田市に編入 | 豊田市 |
| 北 設 楽 郡       | 武節町村     | 武節町村     | 北設楽郡 武節村             | 武節村                             | 武節村                     | 昭和15年5月10日 合併 稲武町              | 昭和15年5月10日 合併 稲武町 | 昭和15年5月10日 合併 稲武町 | 平成15年10月1日 所属変更 東加茂郡 （東加茂郡稲武町） | 平成17年4月1日 豊田市に編入 | 豊田市 |
| 北 設 楽 郡       | 桑原村       |              | 北設楽郡 武節村             | 武節村                             | 武節村                     | 昭和15年5月10日 合併 稲武町              | 昭和15年5月10日 合併 稲武町 | 昭和15年5月10日 合併 稲武町 | 平成15年10月1日 所属変更 東加茂郡 （東加茂郡稲武町） | 平成17年4月1日 豊田市に編入 | 豊田市 |
| 北 設 楽 郡       | 御所貝津村   |              | 北設楽郡 武節村             | 武節村                             | 武節村                     | 昭和15年5月10日 合併 稲武町              | 昭和15年5月10日 合併 稲武町 | 昭和15年5月10日 合併 稲武町 | 平成15年10月1日 所属変更 東加茂郡 （東加茂郡稲武町） | 平成17年4月1日 豊田市に編入 | 豊田市 |
| 北 設 楽 郡       | 川手村       |              | 北設楽郡 武節村             | 武節村                             | 武節村                     | 昭和15年5月10日 合併 稲武町              | 昭和15年5月10日 合併 稲武町 | 昭和15年5月10日 合併 稲武町 | 平成15年10月1日 所属変更 東加茂郡 （東加茂郡稲武町） | 平成17年4月1日 豊田市に編入 | 豊田市 |
| 北 設 楽 郡       | 黒田村       |              | 北設楽郡 武節村             | 武節村                             | 武節村                     | 昭和15年5月10日 合併 稲武町              | 昭和15年5月10日 合併 稲武町 | 昭和15年5月10日 合併 稲武町 | 平成15年10月1日 所属変更 東加茂郡 （東加茂郡稲武町） | 平成17年4月1日 豊田市に編入 | 豊田市 |
| 北 設 楽 郡       | 小田木村     |              | 北設楽郡 武節村             | 武節村                             | 武節村                     | 昭和15年5月10日 合併 稲武町              | 昭和15年5月10日 合併 稲武町 | 昭和15年5月10日 合併 稲武町 | 平成15年10月1日 所属変更 東加茂郡 （東加茂郡稲武町） | 平成17年4月1日 豊田市に編入 | 豊田市 |
| 東 加 茂 郡       | 富永村       | 富永村       | 北設楽郡 武節村             | 武節村                             | 武節村                     | 昭和15年5月10日 合併 稲武町              | 昭和15年5月10日 合併 稲武町 | 昭和15年5月10日 合併 稲武町 | 平成15年10月1日 所属変更 東加茂郡 （東加茂郡稲武町） | 平成17年4月1日 豊田市に編入 | 豊田市 |
| 東 加 茂 郡       | 東蘭村       | 東蘭村       | 下山村                      | 下山村                             | 明治39年5月1日 合併 下山村 | 下山村                                   | 下山村                      | 下山村                      | 下山村                                               | 平成17年4月1日 豊田市に編入 | 豊田市 |
| 東 加 茂 郡       | 和合村       |              | 下山村                      | 下山村                             | 明治39年5月1日 合併 下山村 | 下山村                                   | 下山村                      | 下山村                      | 下山村                                               | 平成17年4月1日 豊田市に編入 | 豊田市 |
| 東 加 茂 郡       | 荻島村       |              | 下山村                      | 下山村                             | 明治39年5月1日 合併 下山村 | 下山村                                   | 下山村                      | 下山村                      | 下山村                                               | 平成17年4月1日 豊田市に編入 | 豊田市 |
| 東 加 茂 郡       | 神殿村       |              | 下山村                      | 下山村                             | 明治39年5月1日 合併 下山村 | 下山村                                   | 下山村                      | 下山村                      | 下山村                                               | 平成17年4月1日 豊田市に編入 | 豊田市 |
| 東 加 茂 郡       | 平瀬村       |              | 下山村                      | 下山村                             | 明治39年5月1日 合併 下山村 | 下山村                                   | 下山村                      | 下山村                      | 下山村                                               | 平成17年4月1日 豊田市に編入 | 豊田市 |
| 東 加 茂 郡       | 田平沢村     |              | 下山村                      | 下山村                             | 明治39年5月1日 合併 下山村 | 下山村                                   | 下山村                      | 下山村                      | 下山村                                               | 平成17年4月1日 豊田市に編入 | 豊田市 |
| 東 加 茂 郡       | 栃立村       |              | 下山村                      | 下山村                             | 明治39年5月1日 合併 下山村 | 下山村                                   | 下山村                      | 下山村                      | 下山村                                               | 平成17年4月1日 豊田市に編入 | 豊田市 |
| 東 加 茂 郡       | 黒岩村       |              | 下山村                      | 下山村                             | 明治39年5月1日 合併 下山村 | 下山村                                   | 下山村                      | 下山村                      | 下山村                                               | 平成17年4月1日 豊田市に編入 | 豊田市 |
| 東 加 茂 郡       | 梶村         |              | 下山村                      | 下山村                             | 明治39年5月1日 合併 下山村 | 下山村                                   | 下山村                      | 下山村                      | 下山村                                               | 平成17年4月1日 豊田市に編入 | 豊田市 |
| 東 加 茂 郡       | 黒坂村       |              | 下山村                      | 下山村                             | 明治39年5月1日 合併 下山村 | 下山村                                   | 下山村                      | 下山村                      | 下山村                                               | 平成17年4月1日 豊田市に編入 | 豊田市 |
| 東 加 茂 郡       | 大桑村       |              | 下山村                      | 下山村                             | 明治39年5月1日 合併 下山村 | 下山村                                   | 下山村                      | 下山村                      | 下山村                                               | 平成17年4月1日 豊田市に編入 | 豊田市 |
| 東 加 茂 郡       | 芦原子村     |              | 下山村                      | 下山村                             | 明治39年5月1日 合併 下山村 | 下山村                                   | 下山村                      | 下山村                      | 下山村                                               | 平成17年4月1日 豊田市に編入 | 豊田市 |
| 東 加 茂 郡       | 小松野村     |              | 下山村                      | 下山村                             | 明治39年5月1日 合併 下山村 | 下山村                                   | 下山村                      | 下山村                      | 下山村                                               | 平成17年4月1日 豊田市に編入 | 豊田市 |
| 東 加 茂 郡       | 東大沼村     | 東大沼村     | 大沼村                      | 大沼村                             | 明治39年5月1日 合併 下山村 | 下山村                                   | 下山村                      | 下山村                      | 下山村                                               | 平成17年4月1日 豊田市に編入 | 豊田市 |
| 東 加 茂 郡       | 花園村       | 花沢村       | 大沼村                      | 大沼村                             | 明治39年5月1日 合併 下山村 | 下山村                                   | 下山村                      | 下山村                      | 下山村                                               | 平成17年4月1日 豊田市に編入 | 豊田市 |
| 東 加 茂 郡       | 柵沢村       | 花沢村       | 大沼村                      | 大沼村                             | 明治39年5月1日 合併 下山村 | 下山村                                   | 下山村                      | 下山村                      | 下山村                                               | 平成17年4月1日 豊田市に編入 | 豊田市 |
| 東 加 茂 郡       | 槙ケ田和村   | 花沢村       | 大沼村                      | 大沼村                             | 明治39年5月1日 合併 下山村 | 下山村                                   | 下山村                      | 下山村                      | 下山村                                               | 平成17年4月1日 豊田市に編入 | 豊田市 |
| 東 加 茂 郡       | 長峯村       | 花沢村       | 大沼村                      | 大沼村                             | 明治39年5月1日 合併 下山村 | 下山村                                   | 下山村                      | 下山村                      | 下山村                                               | 平成17年4月1日 豊田市に編入 | 豊田市 |
| 東 加 茂 郡       | 切二木村     | 花沢村       | 大沼村                      | 大沼村                             | 明治39年5月1日 合併 下山村 | 下山村                                   | 下山村                      | 下山村                      | 下山村                                               | 平成17年4月1日 豊田市に編入 | 豊田市 |
| 東 加 茂 郡       | 高野村       | 高野村       | 富義村                      | 富義村                             | 明治39年5月1日 合併 下山村 | 下山村                                   | 下山村                      | 下山村                      | 下山村                                               | 平成17年4月1日 豊田市に編入 | 豊田市 |
| 東 加 茂 郡       | 野原村       |              | 富義村                      | 富義村                             | 明治39年5月1日 合併 下山村 | 下山村                                   | 下山村                      | 下山村                      | 下山村                                               | 平成17年4月1日 豊田市に編入 | 豊田市 |
| 東 加 茂 郡       | 阿蔵村       | 阿蔵村       | 富義村                      | 富義村                             | 明治39年5月1日 合併 下山村 | 下山村                                   | 下山村                      | 下山村                      | 下山村                                               | 平成17年4月1日 豊田市に編入 | 豊田市 |
| 東 加 茂 郡       | 保殿村       | 阿蔵村       | 富義村                      | 富義村                             | 明治39年5月1日 合併 下山村 | 下山村                                   | 下山村                      | 下山村                      | 下山村                                               | 平成17年4月1日 豊田市に編入 | 豊田市 |
| 東 加 茂 郡       | 梨野村       |              | 富義村                      | 富義村                             | 明治39年5月1日 合併 下山村 | 下山村                                   | 下山村                      | 下山村                      | 下山村                                               | 平成17年4月1日 豊田市に編入 | 豊田市 |
| 東 加 茂 郡       | 宇連野村     |              | 富義村                      | 富義村                             | 明治39年5月1日 合併 下山村 | 下山村                                   | 下山村                      | 下山村                      | 下山村                                               | 平成17年4月1日 豊田市に編入 | 豊田市 |
| 東 加 茂 郡       | 吉平村       |              | 富義村                      | 富義村                             | 明治39年5月1日 合併 下山村 | 下山村                                   | 下山村                      | 下山村                      | 下山村                                               | 平成17年4月1日 豊田市に編入 | 豊田市 |
| 東 加 茂 郡       | 大林村       |              | 富義村                      | 富義村                             | 明治39年5月1日 合併 下山村 | 下山村                                   | 下山村                      | 下山村                      | 下山村                                               | 平成17年4月1日 豊田市に編入 | 豊田市 |
| 東 加 茂 郡       | 立岩村       |              | 富義村                      | 富義村                             | 明治39年5月1日 合併 下山村 | 下山村                                   | 下山村                      | 下山村                      | 下山村                                               | 平成17年4月1日 豊田市に編入 | 豊田市 |
| 東 加 茂 郡       | 羽布村       |              | 富義村                      | 富義村                             | 明治39年5月1日 合併 下山村 | 下山村                                   | 下山村                      | 下山村                      | 下山村                                               | 平成17年4月1日 豊田市に編入 | 豊田市 |
| 額 田 郡          | 上田代村     | 田折村       | 下山村 （一部）             | 下山村 （一部）                    | 下山村 （一部）            | 昭和31年9月30日 東加茂郡下山村 に編入    | 下山村                      | 下山村                      | 下山村                                               | 平成17年4月1日 豊田市に編入 | 豊田市 |
| 額 田 郡          | 折地村       | 田折村       | 下山村 （一部）             | 下山村 （一部）                    | 下山村 （一部）            | 昭和31年9月30日 東加茂郡下山村 に編入    | 下山村                      | 下山村                      | 下山村                                               | 平成17年4月1日 豊田市に編入 | 豊田市 |
| 額 田 郡          | 田代村       |              | 下山村 （一部）             | 下山村 （一部）                    | 下山村 （一部）            | 昭和31年9月30日 東加茂郡下山村 に編入    | 下山村                      | 下山村                      | 下山村                                               | 平成17年4月1日 豊田市に編入 | 豊田市 |
| 額 田 郡          | 蕪木村       |              | 下山村 （一部）             | 下山村 （一部）                    | 下山村 （一部）            | 昭和31年9月30日 東加茂郡下山村 に編入    | 下山村                      | 下山村                      | 下山村                                               | 平成17年4月1日 豊田市に編入 | 豊田市 |
| 額 田 郡          | 蘭村         |              | 下山村 （一部）             | 下山村 （一部）                    | 下山村 （一部）            | 昭和31年9月30日 東加茂郡下山村 に編入    | 下山村                      | 下山村                      | 下山村                                               | 平成17年4月1日 豊田市に編入 | 豊田市 |
| 碧 海 郡          | 上中島村     | 上中島村     | 畝部村                      | 畝部村                             | 明治39年5月1日 合併 上郷村 | 上郷村                                   | 昭和36年4月1日 町制 上郷町  | 昭和39年3月1日 豊田市に編入 | 豊田市                                               | 豊田市                      | 豊田市 |
| 碧 海 郡          | 阿弥陀堂村   |              | 畝部村                      | 畝部村                             | 明治39年5月1日 合併 上郷村 | 上郷村                                   | 昭和36年4月1日 町制 上郷町  | 昭和39年3月1日 豊田市に編入 | 豊田市                                               | 豊田市                      | 豊田市 |
| 碧 海 郡          | 川端村       |              | 畝部村                      | 畝部村                             | 明治39年5月1日 合併 上郷村 | 上郷村                                   | 昭和36年4月1日 町制 上郷町  | 昭和39年3月1日 豊田市に編入 | 豊田市                                               | 豊田市                      | 豊田市 |
| 碧 海 郡          | 中切村       |              | 畝部村                      | 畝部村                             | 明治39年5月1日 合併 上郷村 | 上郷村                                   | 昭和36年4月1日 町制 上郷町  | 昭和39年3月1日 豊田市に編入 | 豊田市                                               | 豊田市                      | 豊田市 |
| 碧 海 郡          | 配津村       |              | 畝部村                      | 畝部村                             | 明治39年5月1日 合併 上郷村 | 上郷村                                   | 昭和36年4月1日 町制 上郷町  | 昭和39年3月1日 豊田市に編入 | 豊田市                                               | 豊田市                      | 豊田市 |
| 碧 海 郡          | 国江村       |              | 畝部村                      | 畝部村                             | 明治39年5月1日 合併 上郷村 | 上郷村                                   | 昭和36年4月1日 町制 上郷町  | 昭和39年3月1日 豊田市に編入 | 豊田市                                               | 豊田市                      | 豊田市 |
| 碧 海 郡          | 宗定村       |              | 畝部村                      | 畝部村                             | 明治39年5月1日 合併 上郷村 | 上郷村                                   | 昭和36年4月1日 町制 上郷町  | 昭和39年3月1日 豊田市に編入 | 豊田市                                               | 豊田市                      | 豊田市 |
| 碧 海 郡          | 馬場村       | 枡塚村       | 枡塚村                      | 枡塚村                             | 明治39年5月1日 合併 上郷村 | 上郷村                                   | 昭和36年4月1日 町制 上郷町  | 昭和39年3月1日 豊田市に編入 | 豊田市                                               | 豊田市                      | 豊田市 |
| 碧 海 郡          | 粟寺村       | 枡塚村       | 枡塚村                      | 枡塚村                             | 明治39年5月1日 合併 上郷村 | 上郷村                                   | 昭和36年4月1日 町制 上郷町  | 昭和39年3月1日 豊田市に編入 | 豊田市                                               | 豊田市                      | 豊田市 |
| 碧 海 郡          | 隣松寺村     | 隣松寺村     | 寿恵野村                    | 寿恵野村                           | 明治39年5月1日 合併 上郷村 | 上郷村                                   | 昭和36年4月1日 町制 上郷町  | 昭和39年3月1日 豊田市に編入 | 豊田市                                               | 豊田市                      | 豊田市 |
| 碧 海 郡          | 渡刈村       |              | 寿恵野村                    | 寿恵野村                           | 明治39年5月1日 合併 上郷村 | 上郷村                                   | 昭和36年4月1日 町制 上郷町  | 昭和39年3月1日 豊田市に編入 | 豊田市                                               | 豊田市                      | 豊田市 |
| 碧 海 郡          | 永覚新郷     |              | 寿恵野村                    | 寿恵野村                           | 明治39年5月1日 合併 上郷村 | 上郷村                                   | 昭和36年4月1日 町制 上郷町  | 昭和39年3月1日 豊田市に編入 | 豊田市                                               | 豊田市                      | 豊田市 |
| 碧 海 郡          | 鴛鴨村       |              | 寿恵野村                    | 寿恵野村                           | 明治39年5月1日 合併 上郷村 | 上郷村                                   | 昭和36年4月1日 町制 上郷町  | 昭和39年3月1日 豊田市に編入 | 豊田市                                               | 豊田市                      | 豊田市 |
| 碧 海 郡          | 上野村       | 上野村       | 上野村                      | 上野村                             | 明治39年5月1日 合併 上郷村 | 上郷村                                   | 昭和36年4月1日 町制 上郷町  | 昭和39年3月1日 豊田市に編入 | 豊田市                                               | 豊田市                      | 豊田市 |
| 碧 海 郡          | 和会村       | 和会村       | 和会村                      | 和会村                             | 明治39年5月1日 合併 上郷村 | 上郷村                                   | 昭和36年4月1日 町制 上郷町  | 昭和39年3月1日 豊田市に編入 | 豊田市                                               | 豊田市                      | 豊田市 |
| 碧 海 郡          | 福受新郷     |              | 和会村                      | 和会村                             | 明治39年5月1日 合併 上郷村 | 上郷村                                   | 昭和36年4月1日 町制 上郷町  | 昭和39年3月1日 豊田市に編入 | 豊田市                                               | 豊田市                      | 豊田市 |
| 碧 海 郡          | 広畔新郷     |              | 和会村                      | 和会村                             | 明治39年5月1日 合併 上郷村 | 上郷村                                   | 昭和36年4月1日 町制 上郷町  | 昭和39年3月1日 豊田市に編入 | 豊田市                                               | 豊田市                      | 豊田市 |
| 碧 海 郡          | 若林村       | 若林村       | 若園村                      | 若園村                             | 明治39年5月1日 合併 高岡村 | 昭和31年5月1日 町制 高岡町               | 昭和31年5月1日 町制 高岡町  | 昭和40年9月1日 豊田市に編入 | 豊田市                                               | 豊田市                      | 豊田市 |
| 碧 海 郡          | 花園村       |              | 若園村                      | 若園村                             | 明治39年5月1日 合併 高岡村 | 昭和31年5月1日 町制 高岡町               | 昭和31年5月1日 町制 高岡町  | 昭和40年9月1日 豊田市に編入 | 豊田市                                               | 豊田市                      | 豊田市 |
| 碧 海 郡          | 吉原村       |              | 若園村                      | 若園村                             | 明治39年5月1日 合併 高岡村 | 昭和31年5月1日 町制 高岡町               | 昭和31年5月1日 町制 高岡町  | 昭和40年9月1日 豊田市に編入 | 豊田市                                               | 豊田市                      | 豊田市 |
| 碧 海 郡          | 駒場村       | 駒場村       | 駒場村                      | 駒場村                             | 明治39年5月1日 合併 高岡村 | 昭和31年5月1日 町制 高岡町               | 昭和31年5月1日 町制 高岡町  | 昭和40年9月1日 豊田市に編入 | 豊田市                                               | 豊田市                      | 豊田市 |
| 碧 海 郡          | 中田村       |              | 駒場村                      | 駒場村                             | 明治39年5月1日 合併 高岡村 | 昭和31年5月1日 町制 高岡町               | 昭和31年5月1日 町制 高岡町  | 昭和40年9月1日 豊田市に編入 | 豊田市                                               | 豊田市                      | 豊田市 |
| 碧 海 郡          | 竹村         | 竹村         | 竹村                        | 竹村                               | 明治39年5月1日 合併 高岡村 | 昭和31年5月1日 町制 高岡町               | 昭和31年5月1日 町制 高岡町  | 昭和40年9月1日 豊田市に編入 | 豊田市                                               | 豊田市                      | 豊田市 |
| 碧 海 郡          | 大林村       |              | 竹村                        | 竹村                               | 明治39年5月1日 合併 高岡村 | 昭和31年5月1日 町制 高岡町               | 昭和31年5月1日 町制 高岡町  | 昭和40年9月1日 豊田市に編入 | 豊田市                                               | 豊田市                      | 豊田市 |
| 碧 海 郡          | 西田新郷     |              | 竹村                        | 竹村                               | 明治39年5月1日 合併 高岡村 | 昭和31年5月1日 町制 高岡町               | 昭和31年5月1日 町制 高岡町  | 昭和40年9月1日 豊田市に編入 | 豊田市                                               | 豊田市                      | 豊田市 |
| 碧 海 郡          | 堤村         | 堤村         | 堤村                        | 堤村                               | 明治39年5月1日 合併 高岡村 | 昭和31年5月1日 町制 高岡町               | 昭和31年5月1日 町制 高岡町  | 昭和40年9月1日 豊田市に編入 | 豊田市                                               | 豊田市                      | 豊田市 |
| 碧 海 郡          | 乙尾村       |              | 堤村                        | 堤村                               | 明治39年5月1日 合併 高岡村 | 昭和31年5月1日 町制 高岡町               | 昭和31年5月1日 町制 高岡町  | 昭和40年9月1日 豊田市に編入 | 豊田市                                               | 豊田市                      | 豊田市 |

## 行政

### 市長
- 市長：太田稔彦（2012年2月19日就任、4期目）

歴代市長
| 代   | 氏名     | 就任日        | 退任日        | 備考 |
| ---- | -------- | ------------- | ------------- | --- |
| 初代 | 渡辺釟吉 | 1951年3月1日  | 1955年4月29日 | 1946年準公選により挙母町長に当選。 1947年決選投票により公選町長初当選。 1951年3月1日に市制施行し、挙母市誕生。 同年4月23日、任期満了に伴う市長選で当選。 |
| 2代  | 中村寿一 | 1955年4月30日 | 1956年1月6日  | 1929年～1946年挙母町長。任期中に死去。 |
| 3代  | 長坂貞一 | 1956年2月19日 | 1964年2月18日 | 1959年1月1日に市名を豊田市に変更。 |
| 4代  | 佐藤保   | 1964年2月19日 | 1976年2月18日 | |
| 5代  | 西山孝   | 1976年2月19日 | 1988年2月18日 | |
| 6代  | 加藤正一 | 1988年2月19日 | 2000年2月18日 | |
| 7代  | 鈴木公平 | 2000年2月19日 | 2012年2月18日 | |
| 8代  | 太田稔彦 | 2012年2月19日 | 現職          | |

### 市政機関
市役所・支所
- 豊田市役所 - 西町
- 高橋支所 - 東山町
- 上郷支所 - 上郷町
- 高岡支所 - 高岡町
- 猿投支所 - 四郷町
- 保見出張所 - 保見町
- 石野出張所 - 力石町
- 松平支所 - 九久平町
- 藤岡支所 - 藤岡飯野町
- 小原支所 - 小原町
- 足助支所 - 足助町
- 下山支所 - 大沼町
- 旭支所 - 小渡町
- 稲武支所 - 稲武町
- 豊田市駅西口サービスセンター

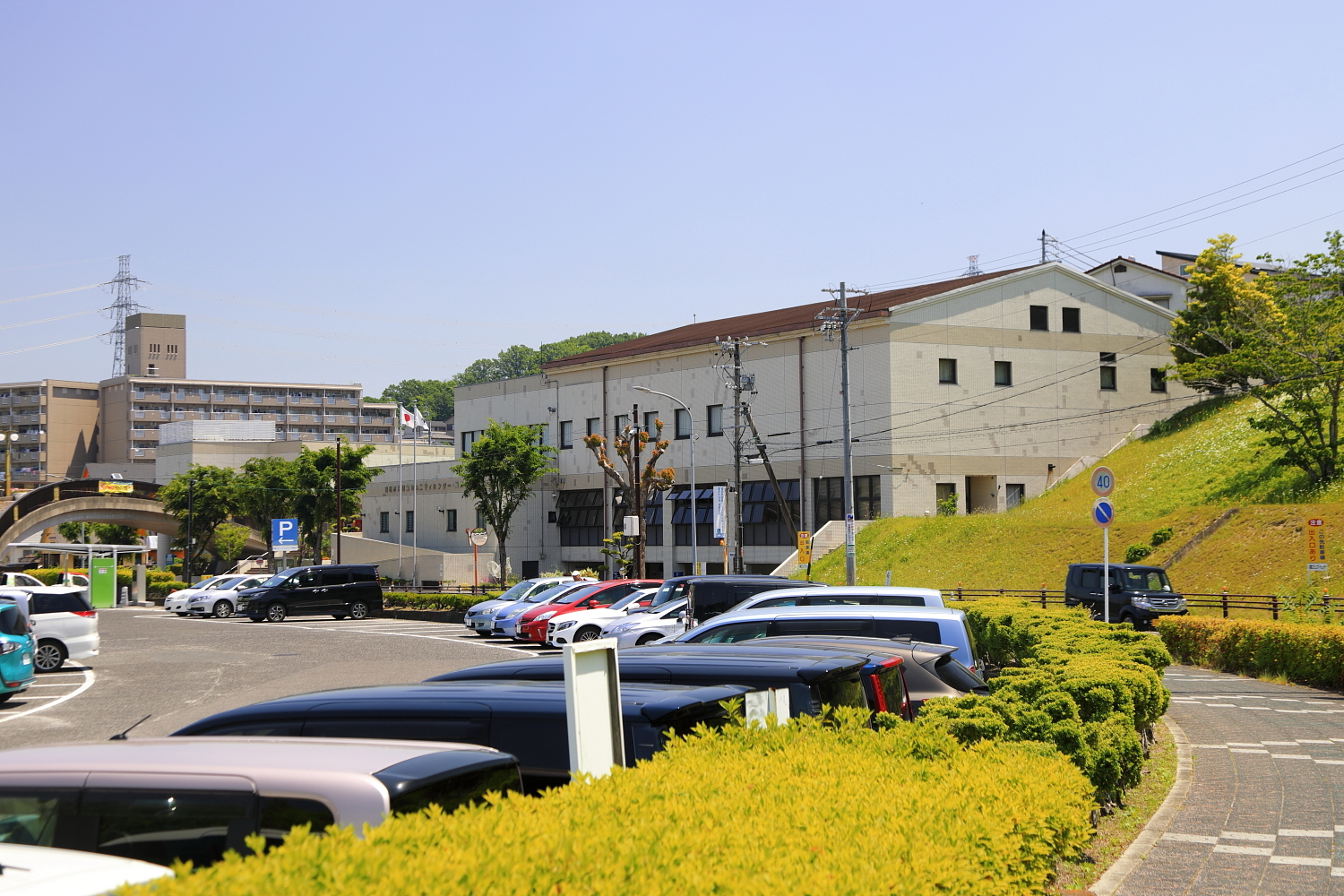
高橋支所 （2019年（令和元年）5月）
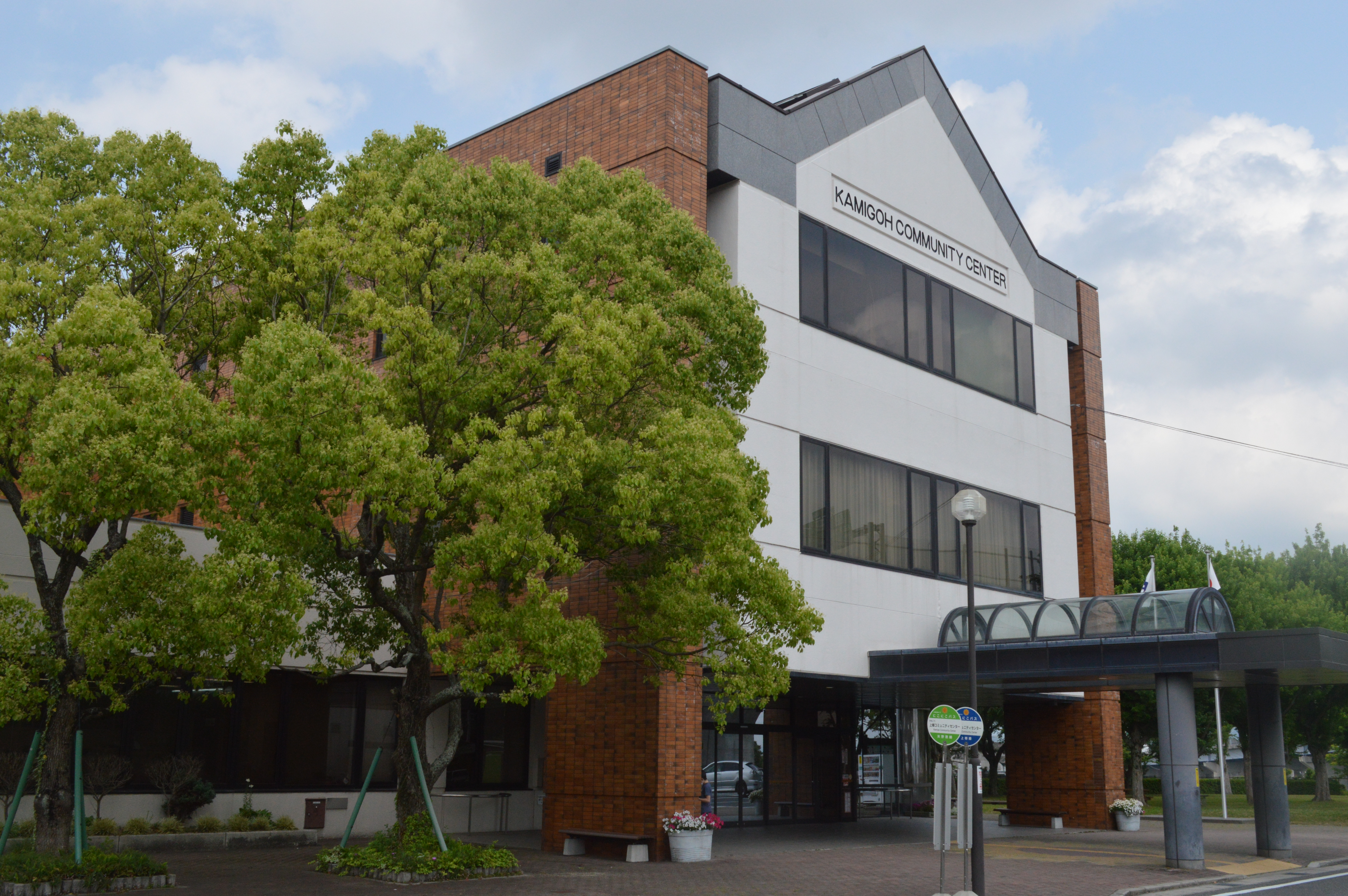
上郷支所 （2017年（平成29年）5月）
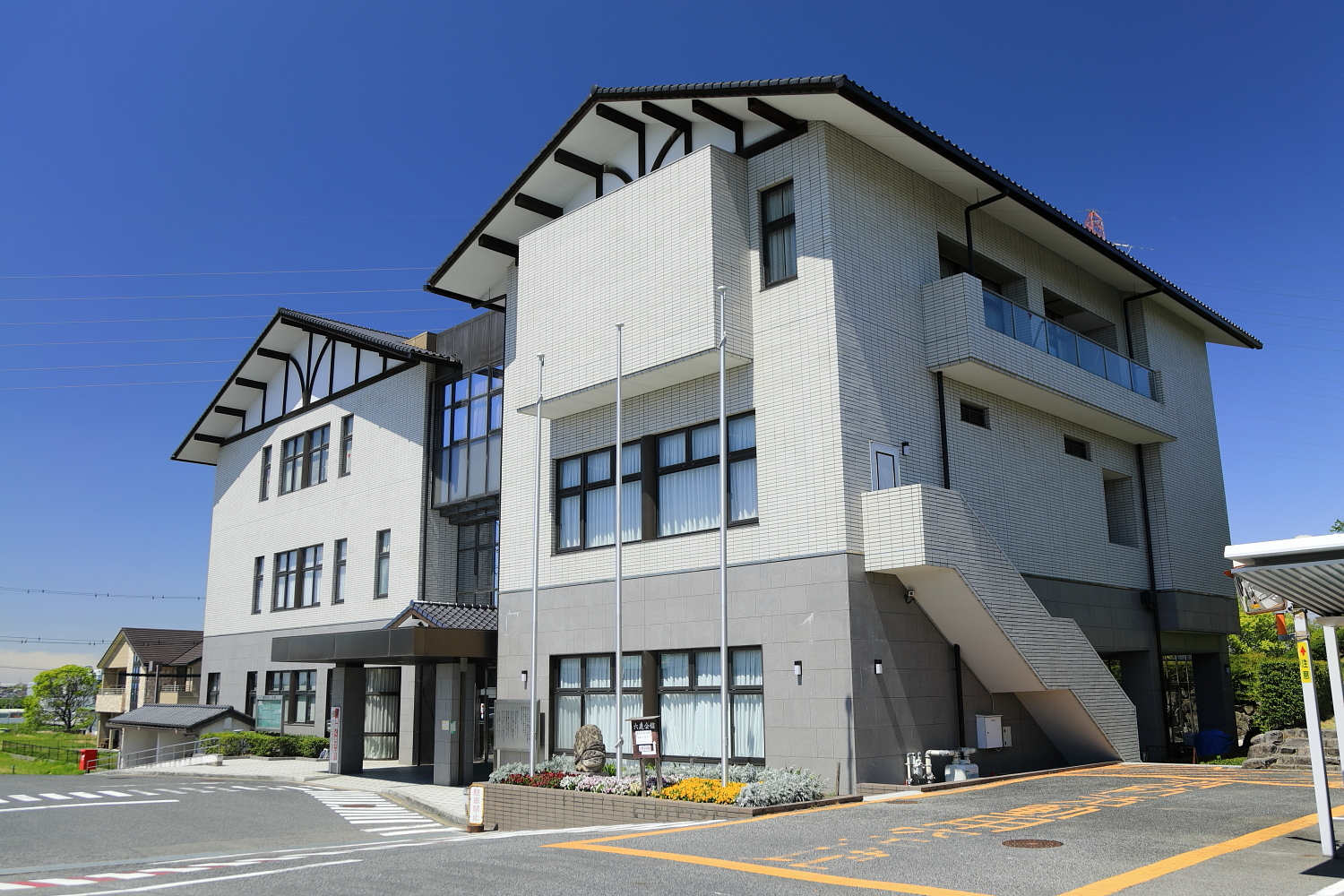
高岡支所 （2019年（平成31年）4月）
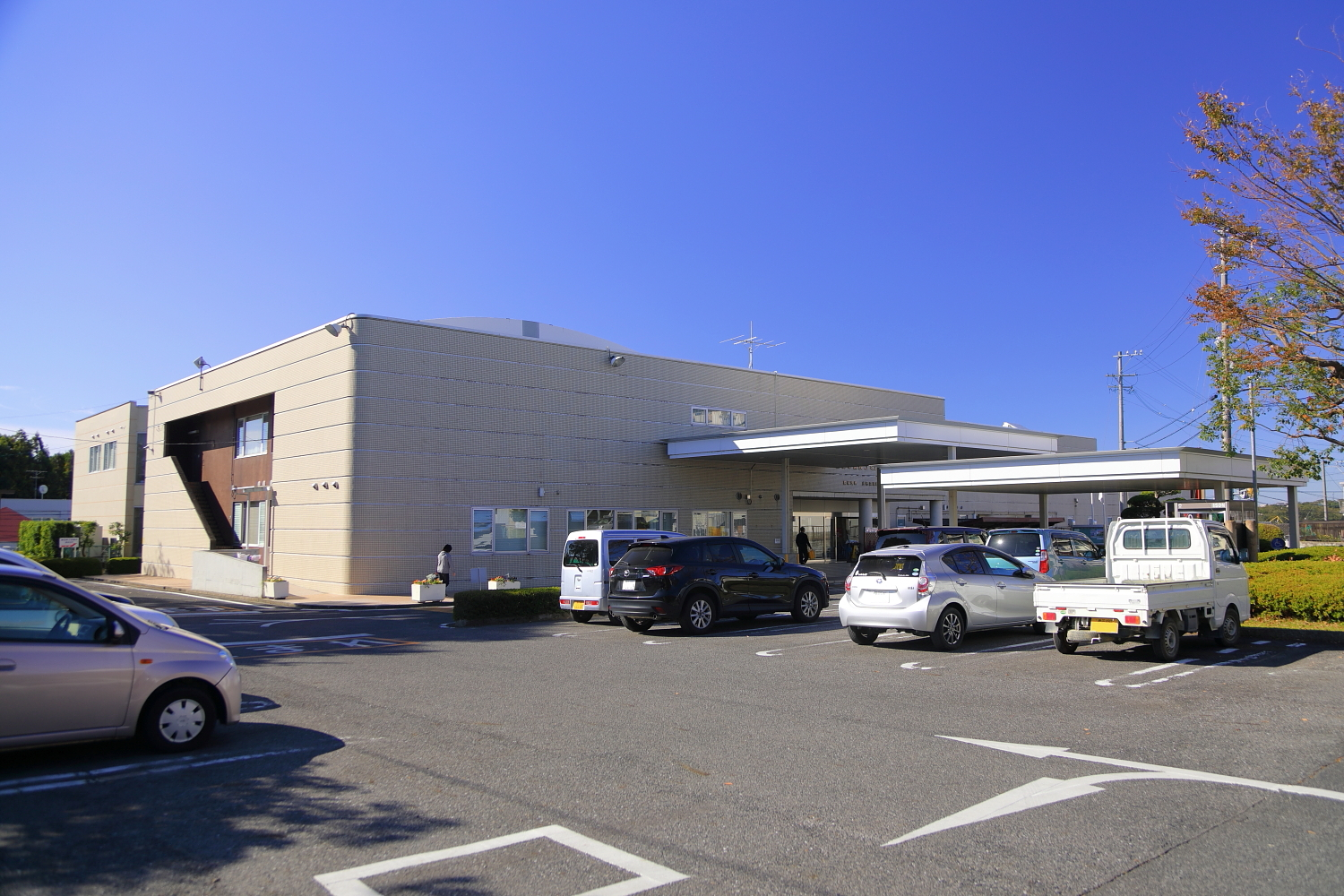
猿投支所 （2018年（平成30年）11月）
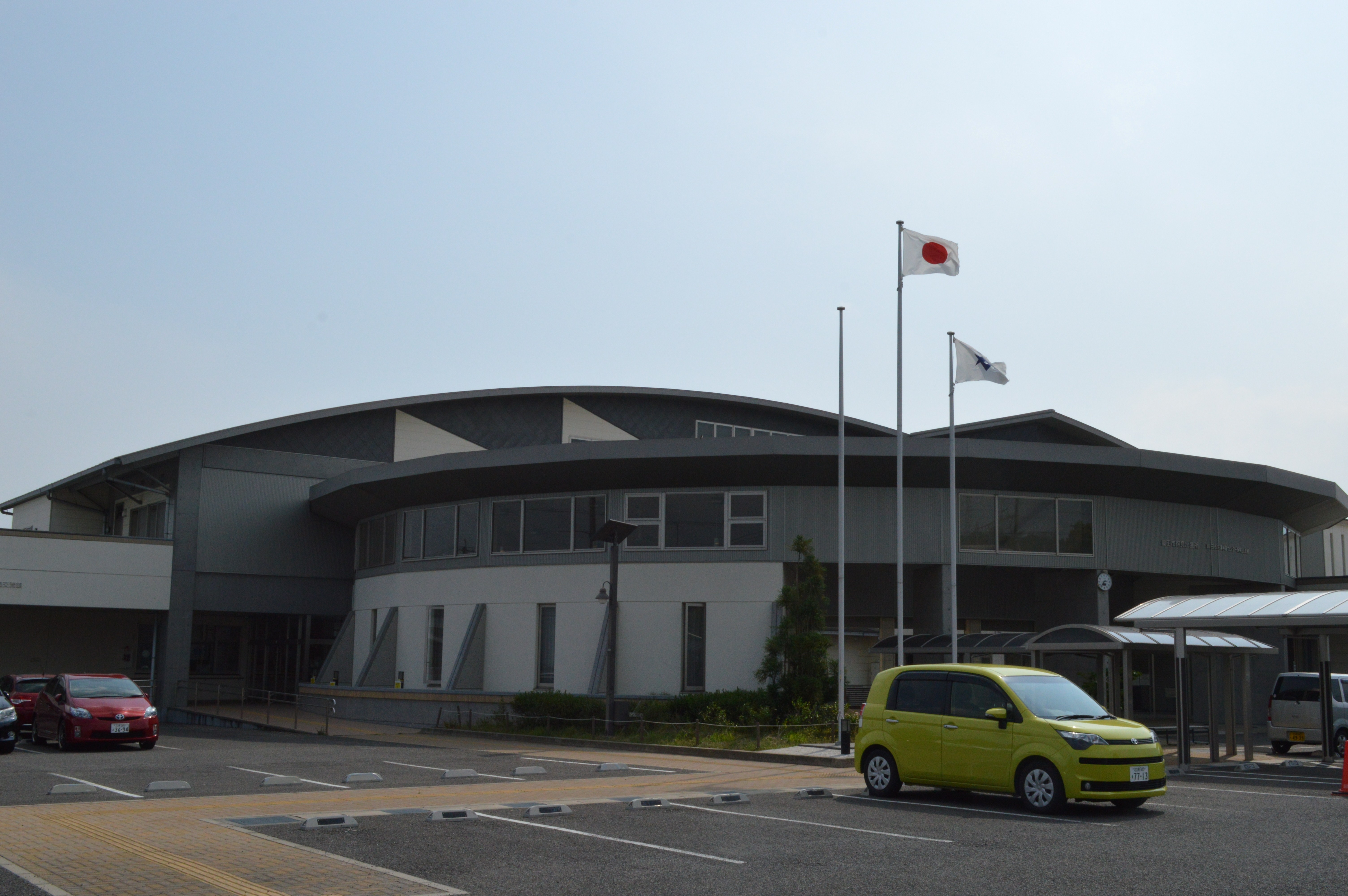
保見出張所 （2017年（平成29年）5月）
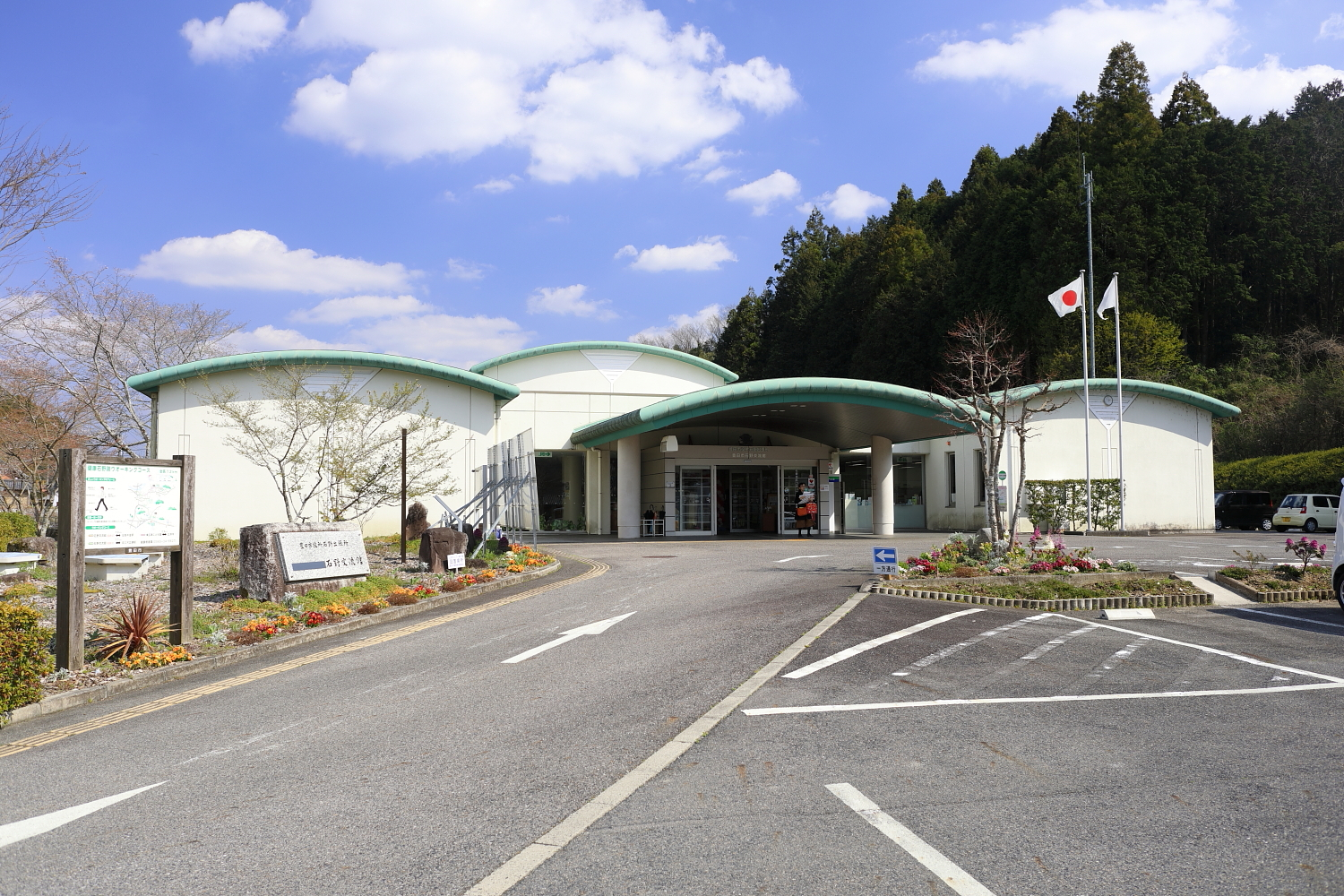
石野出張所 （2019年（平成31年）4月）
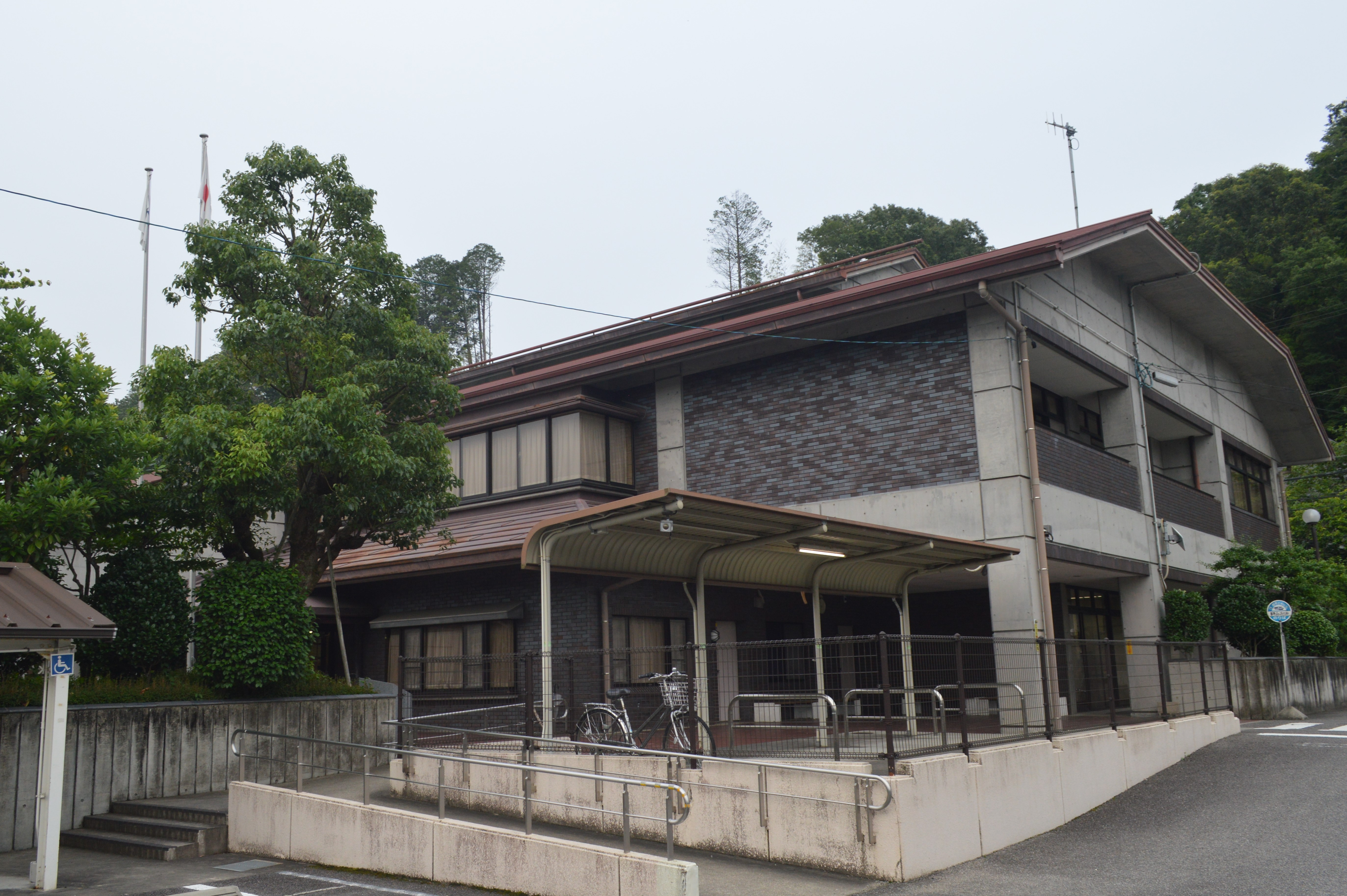
松平支所 （2019年（令和元年）7月）
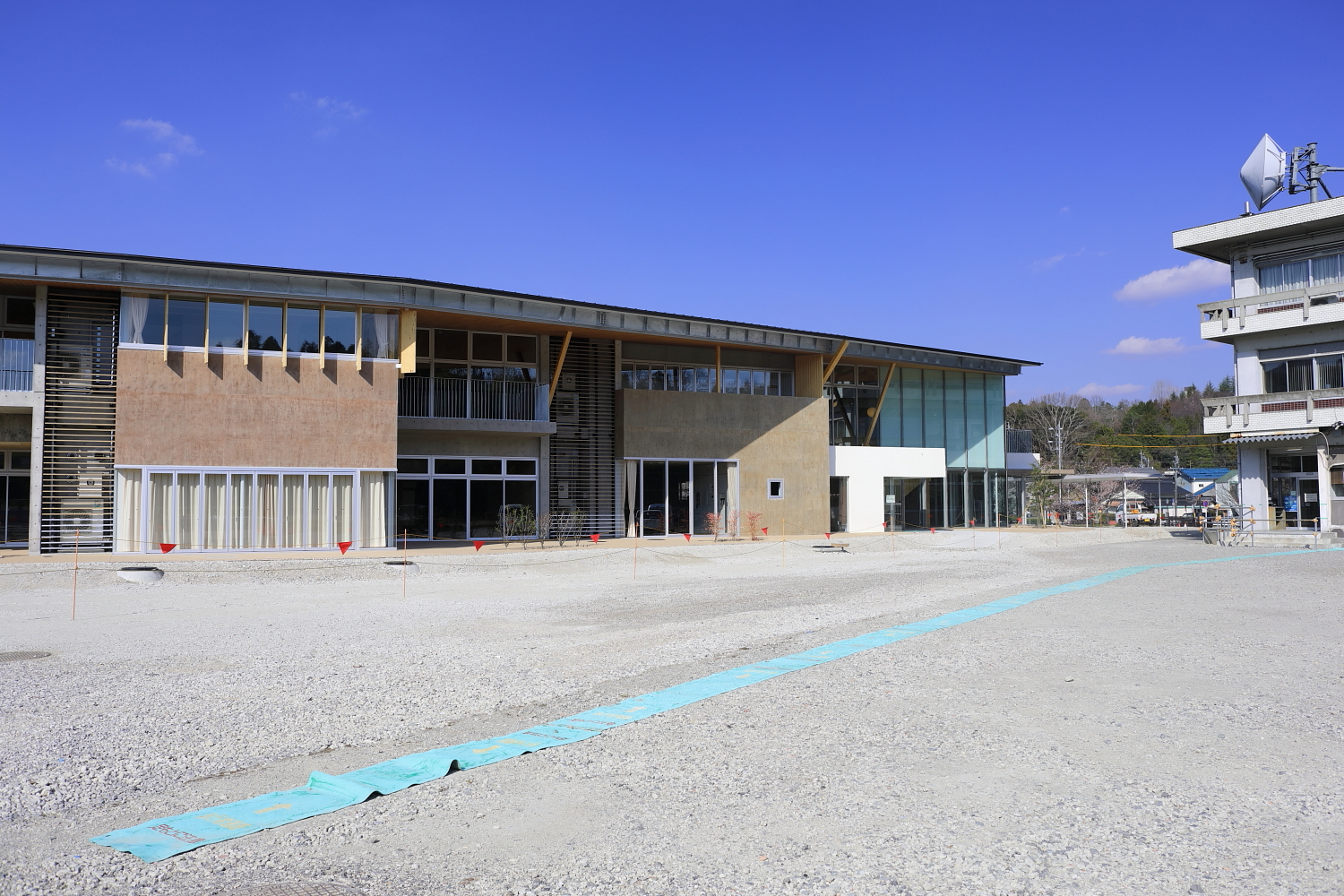
藤岡支所 （2019年（平成31年）4月）
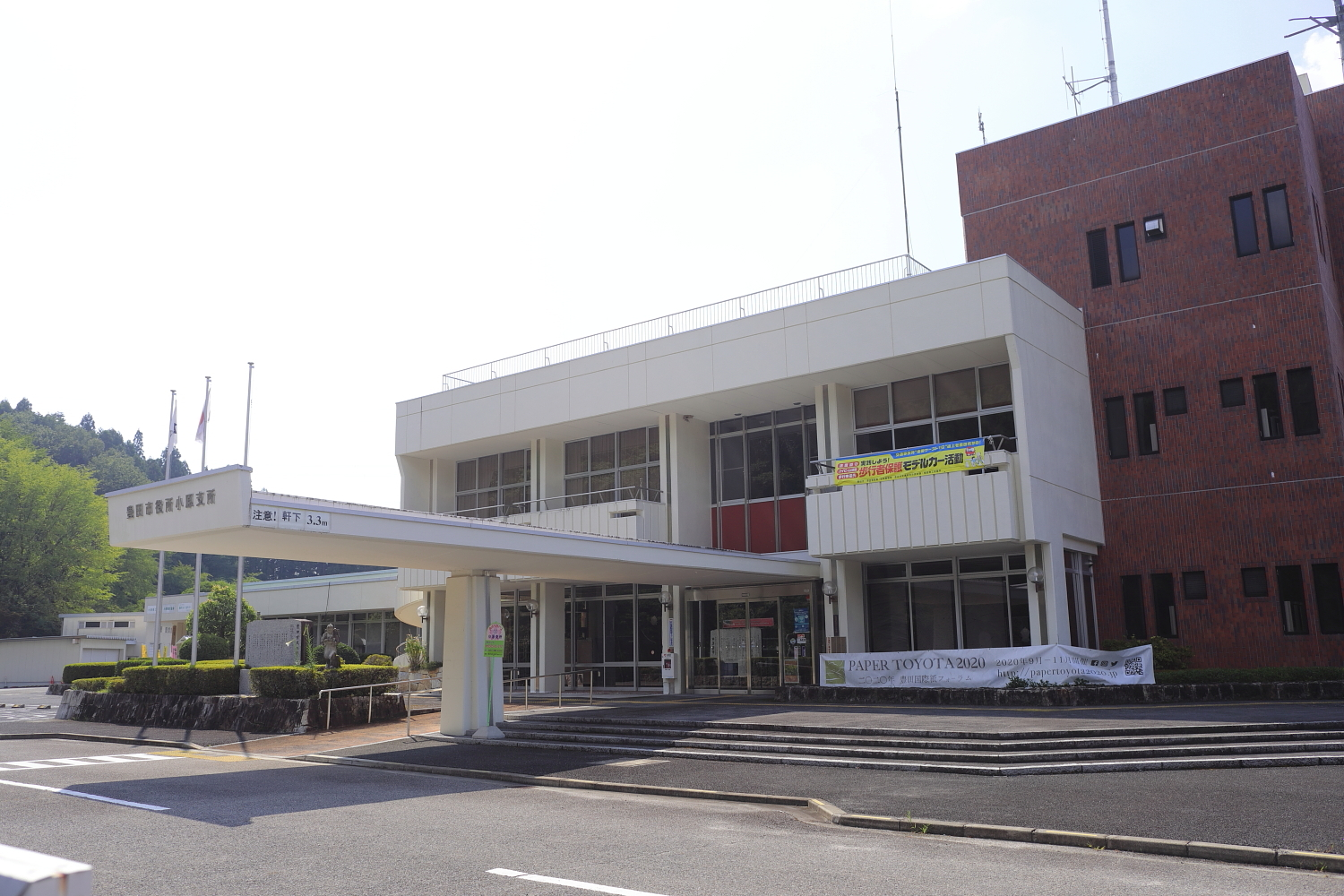
小原支所 （2019年（令和元年）8月）
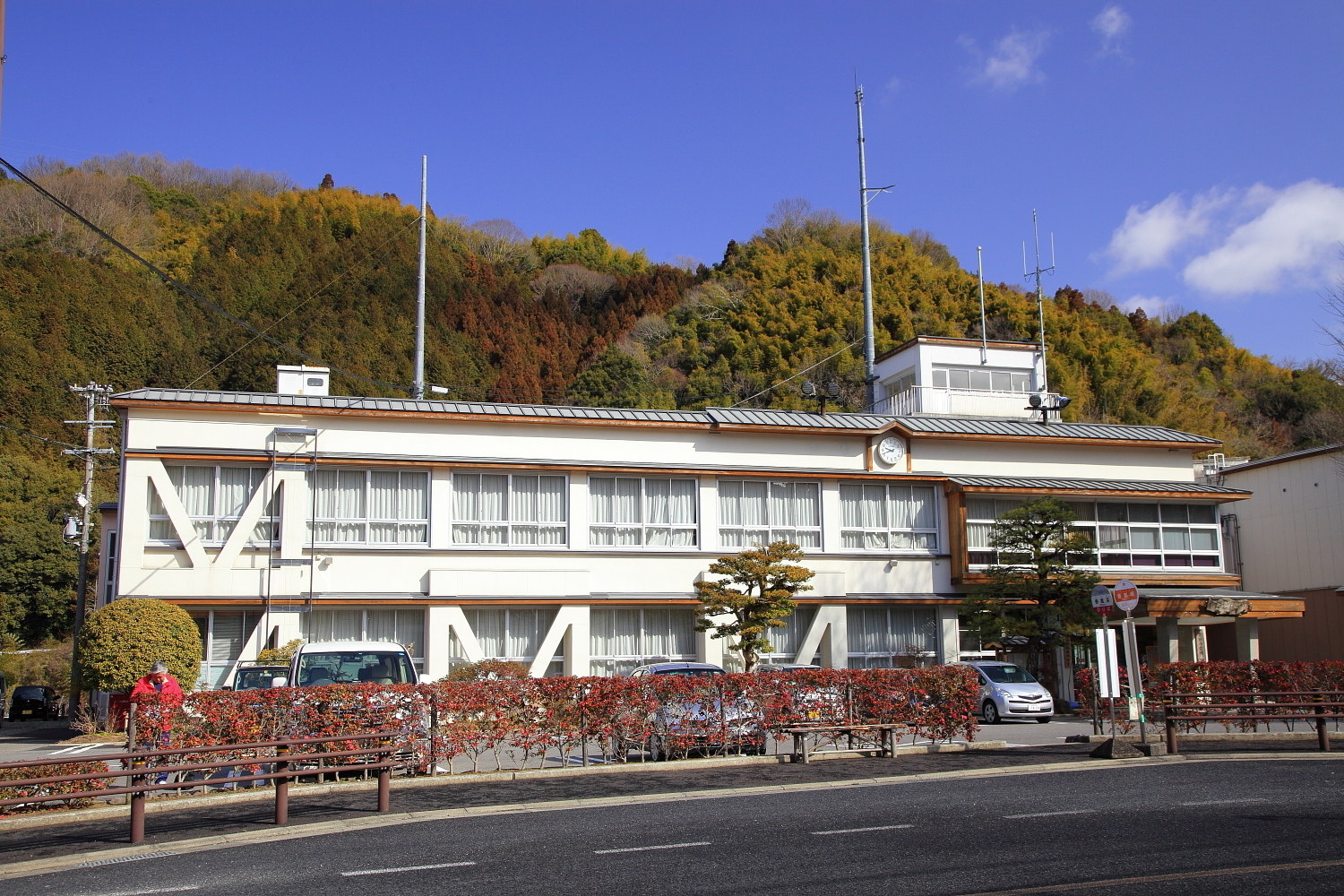
足助支所 （2012年（平成24年）3月）
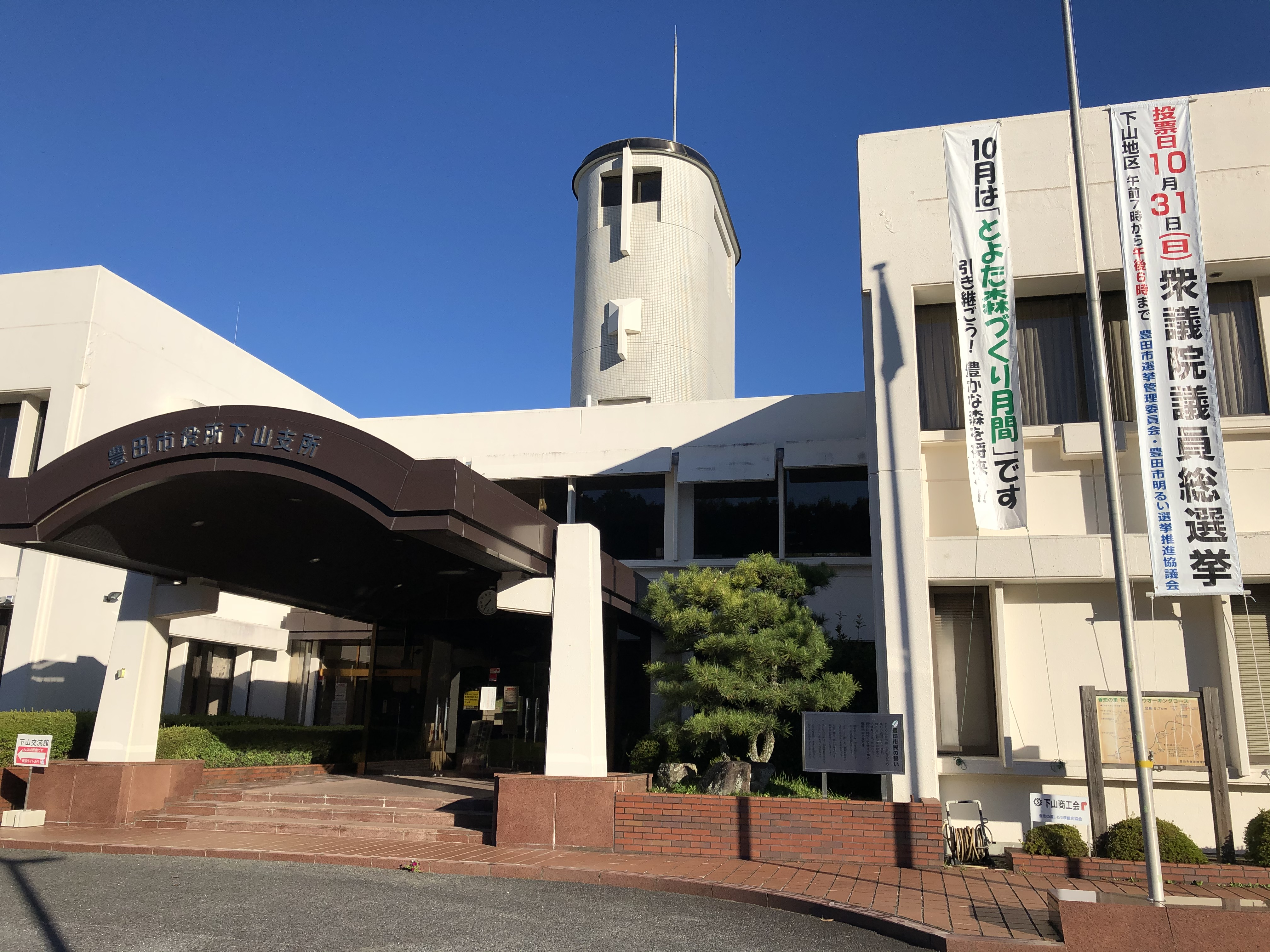
下山支所 （2021年（令和3年）10月）
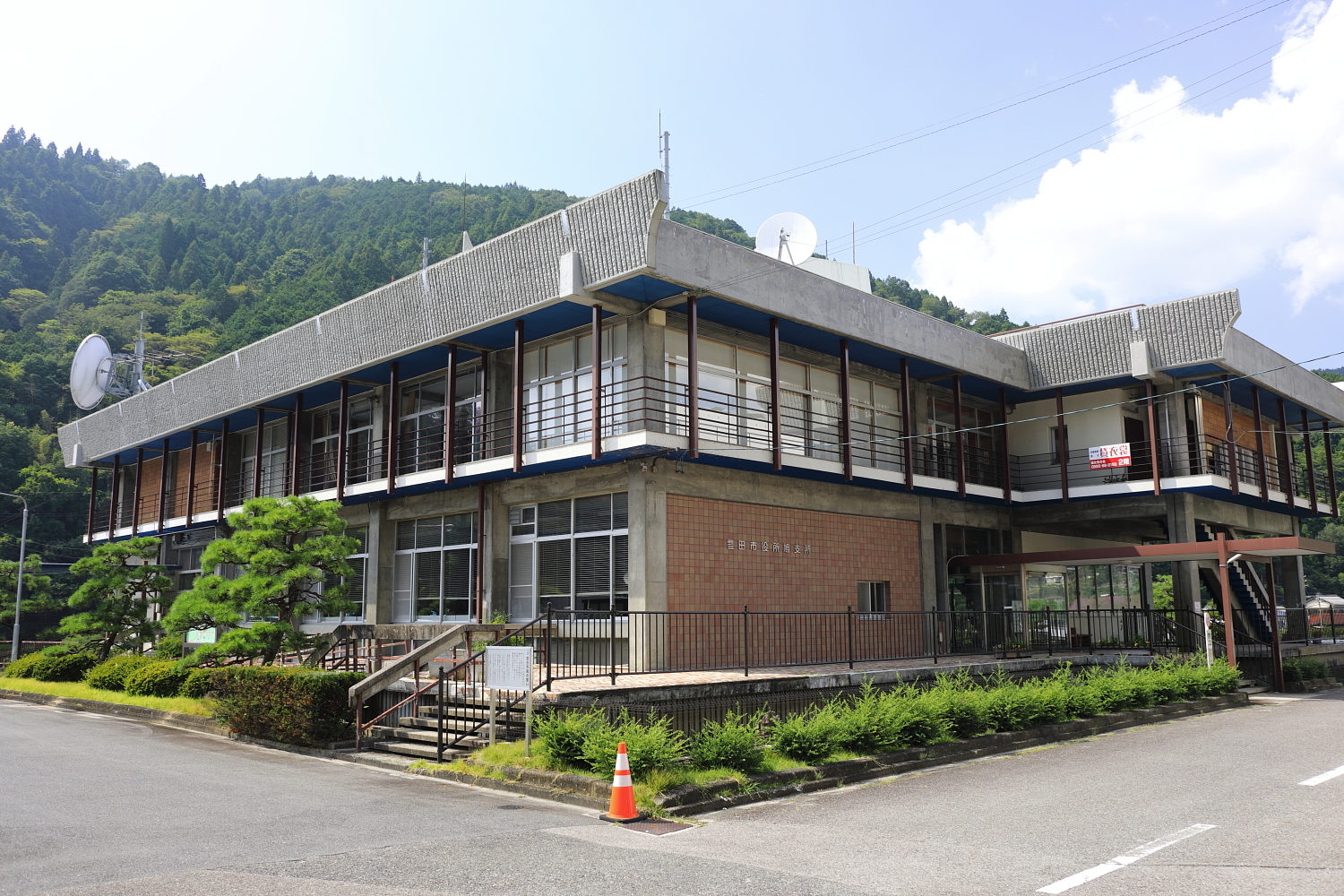
旭支所 （2019年（令和元年）8月）
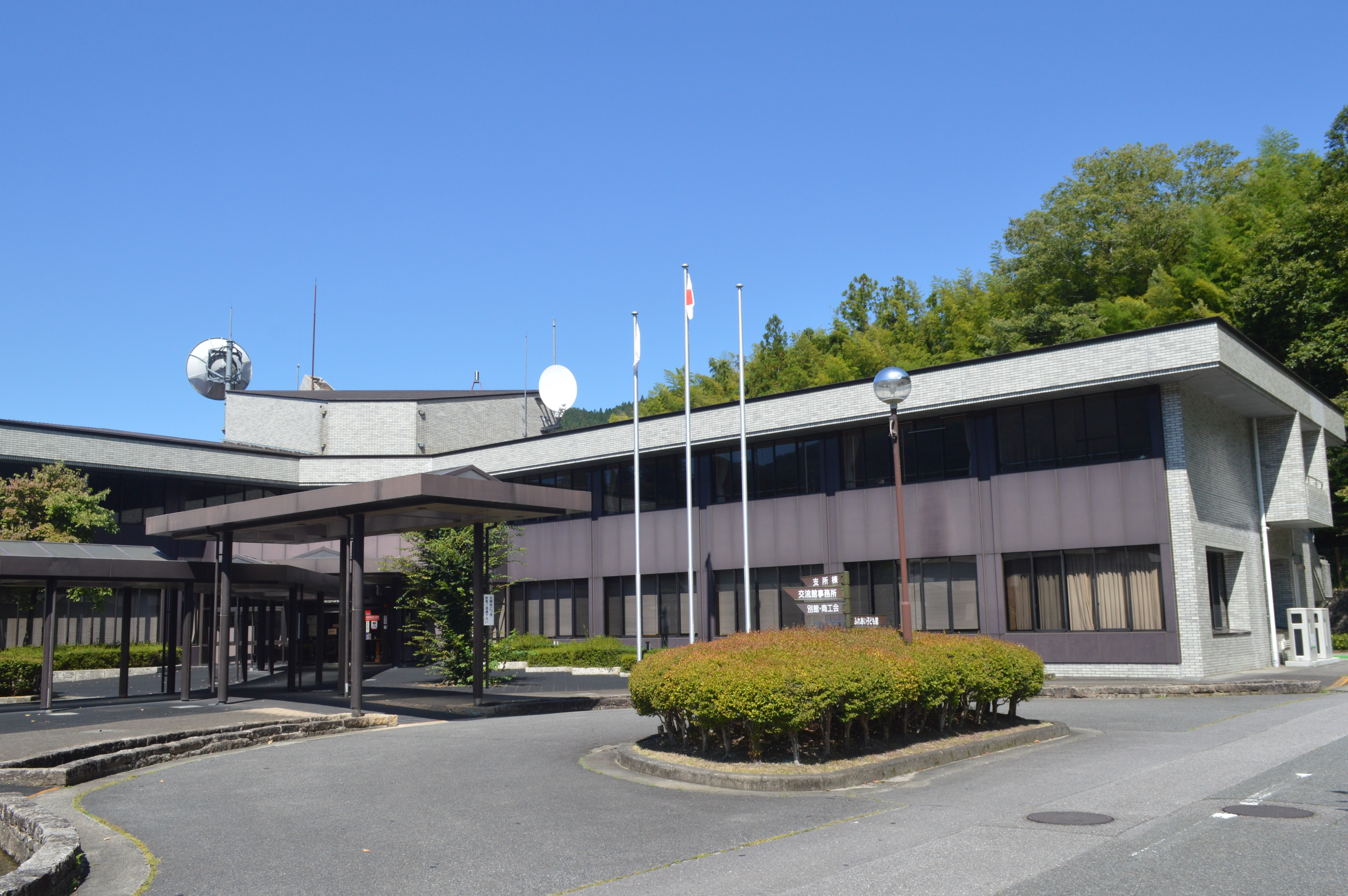
稲武支所 （2019年（令和元年）9月）

### 財政
2019年度（平成31年度）当初予算案
| 会計名   | 予算額           | 前年度対比 |
| -------- | ---------------- | ---------- |
| 一般会計 | 1,843億円        | 2.2％増    |
| 特別会計 | 725億0312万円    | 2.0％増    |
| 企業会計 | 344億9,337万円   | 7.7％減    |
| 全会計   | 2,912億9,650万円 | 0.9％増    |

### 市のシンボル
- 市の木 - ケヤキ（1965年3月選定）
- 市の花 - ヒマワリ（1971年3月選定）

木・花のどちらも豊田加茂合併協議会の合意により「豊田市の例による」として市域拡大後もそのまま引き継がれ、旧町村が制定していたものは個別に「地域のシンボル」として扱われることになった。
中核市の中では2005年（平成17年）に旧市民歌が新設合併で失効したままの富山市と共に市歌を制定していなかったが、1978年（昭和53年）に採択された市民憲章「豊田市民の誓い」の条文に旋律を付けた憲章歌「豊田市民の誓いのうた」（作曲：若渚）が2018年（平成30年）3月4日に発表されている。なお挙母市の時代に市歌制定委員会が立ち上げられ、西條八十の選定で「挙母音頭」「挙母小唄」を、また豊田市への改称後には服部龍太郎の選定で「豊田音頭」「豊田小唄」をご当地ソングとしてそれぞれ作成していた。

## 議会

### 愛知県議会
- 選挙区：豊田市選挙区
- 定数：5人
- 任期：2019年4月30日 - 2023年4月29日
- 投票日：2019年4月7日
- 当日有権者数：336,846人[32]
- 投票率：51.39％[32]

| 候補者名 | 当落 | 年齢 | 党派名     | 新旧別 | 得票数   |
| -------- | ---- | ---- | ---------- | ------ | -------- |
| 鈴木雅博 | 当   | 39   | 自由民主党 | 現     | 39,058票 |
| 神谷和利 | 当   | 58   | 自由民主党 | 新     | 32,983票 |
| 桜井秀樹 | 当   | 58   | 無所属     | 新     | 31,133票 |
| 樹神義和 | 当   | 50   | 無所属     | 現     | 28,999票 |
| 加藤貴志 | 当   | 45   | 公明党     | 新     | 23,511票 |
| 大村義則 | 落   | 62   | 日本共産党 | 新     | 13,894票 |

### 衆議院
- 選挙区：愛知11区（豊田市、みよし市）
- 任期：2024年10月27日 - 2028年10月26日
- 投票日：2024年10月27日
- 当日有権者数：382,181人（豊田市333,802人、みよし市48,379人）[33]
- 投票率：63.32%（豊田市63.48%、みよし市62.16%）

| 当落 | 候補者名   | 年齢 | 所属党派   | 新旧別 | 得票数    | 重複 |
| ---- | ---------- | ---- | ---------- | ------ | --------- | ---- |
| 当   | 丹野みどり | 51   | 国民民主党 | 新     | 134,528票 | ○    |
|      | 八木哲也   | 77   | 自由民主党 | 前     | 90,844票  |      |
|      | 植田和男   | 75   | 日本共産党 | 新     | 11,105票  |      |

## 出先機関・施設

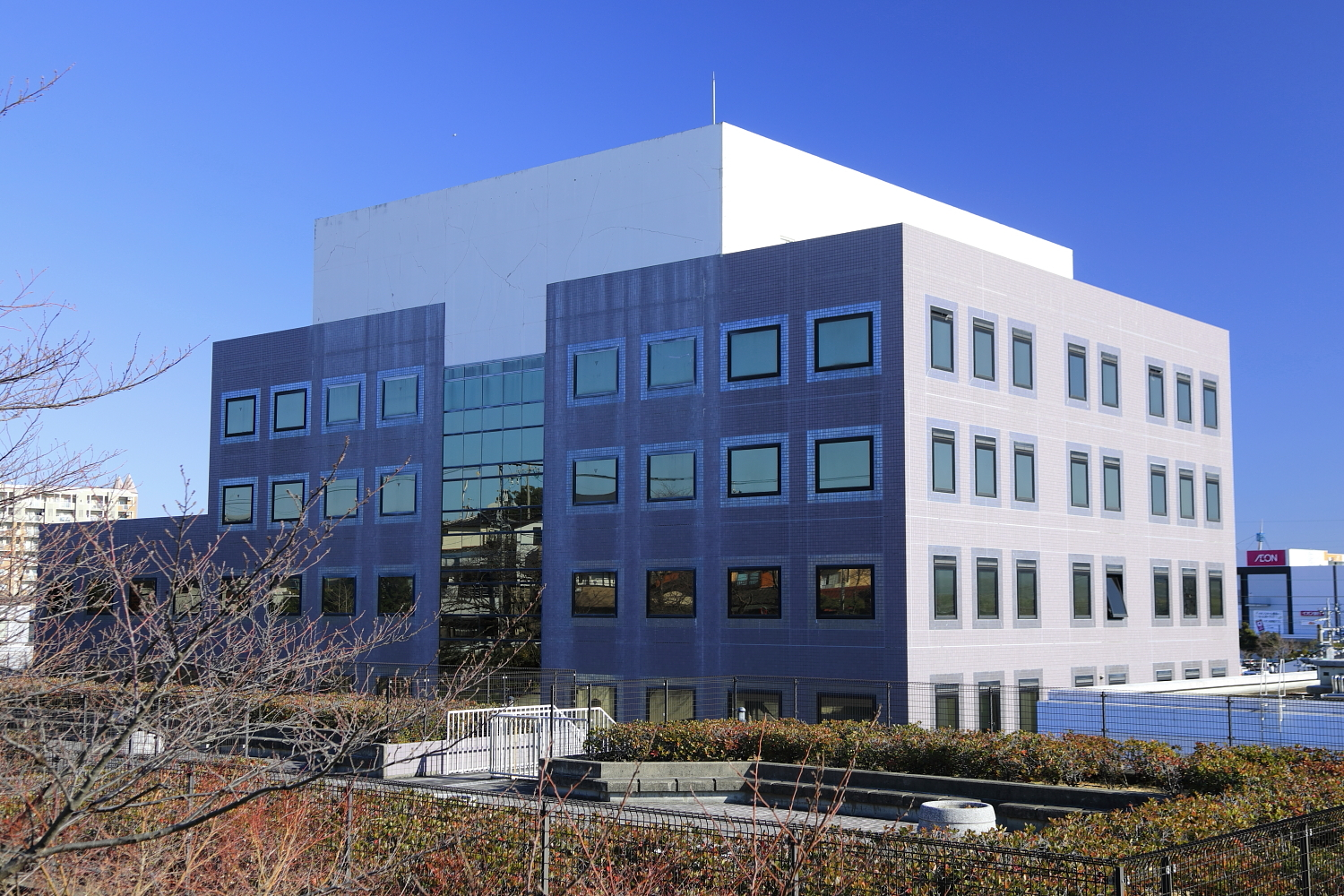
豊田合同庁舎（2019年（平成31年）1月）。豊田税務署、名古屋法務局豊田支局、豊田区検察庁が入る。

### 国家機関

#### 厚生労働省
日本年金機構
- 名古屋広域事務センター
  - 豊田年金事務所 - 神明町

愛知労働局
- 豊田労働基準監督署 - 常盤町
- 豊田公共職業安定所（ハローワーク豊田）- 常盤町

#### 国土交通省
- 中部地方整備局矢作ダム管理所 - 閑羅瀬町
  - 矢作ダム管理所豊田分室 - 樹木町
- 名古屋国道事務所豊田維持出張所 - 平芝町
- 名四国道事務所豊田出張所 - 喜多町
- 中部運輸局愛知運輸支局西三河自動車検査登録事務所 - 若林西町

#### 財務省

##### 国税庁
- 名古屋国税局豊田税務署 - 常盤町（合同庁舎内）

#### 防衛省
- 自衛隊愛知地方協力本部豊田地域事務所 - 喜多町

#### 法務省
- 愛知少年院 - 浄水町
- 豊田支局 - 常盤町（合同庁舎内）

#### 農林水産省

##### 林野庁
- 中部森林管理局愛知森林管理事務所・豊田森林事務所 - 昭和町

#### 裁判所
- 豊田簡易裁判所 - 十塚町

### 県政機関

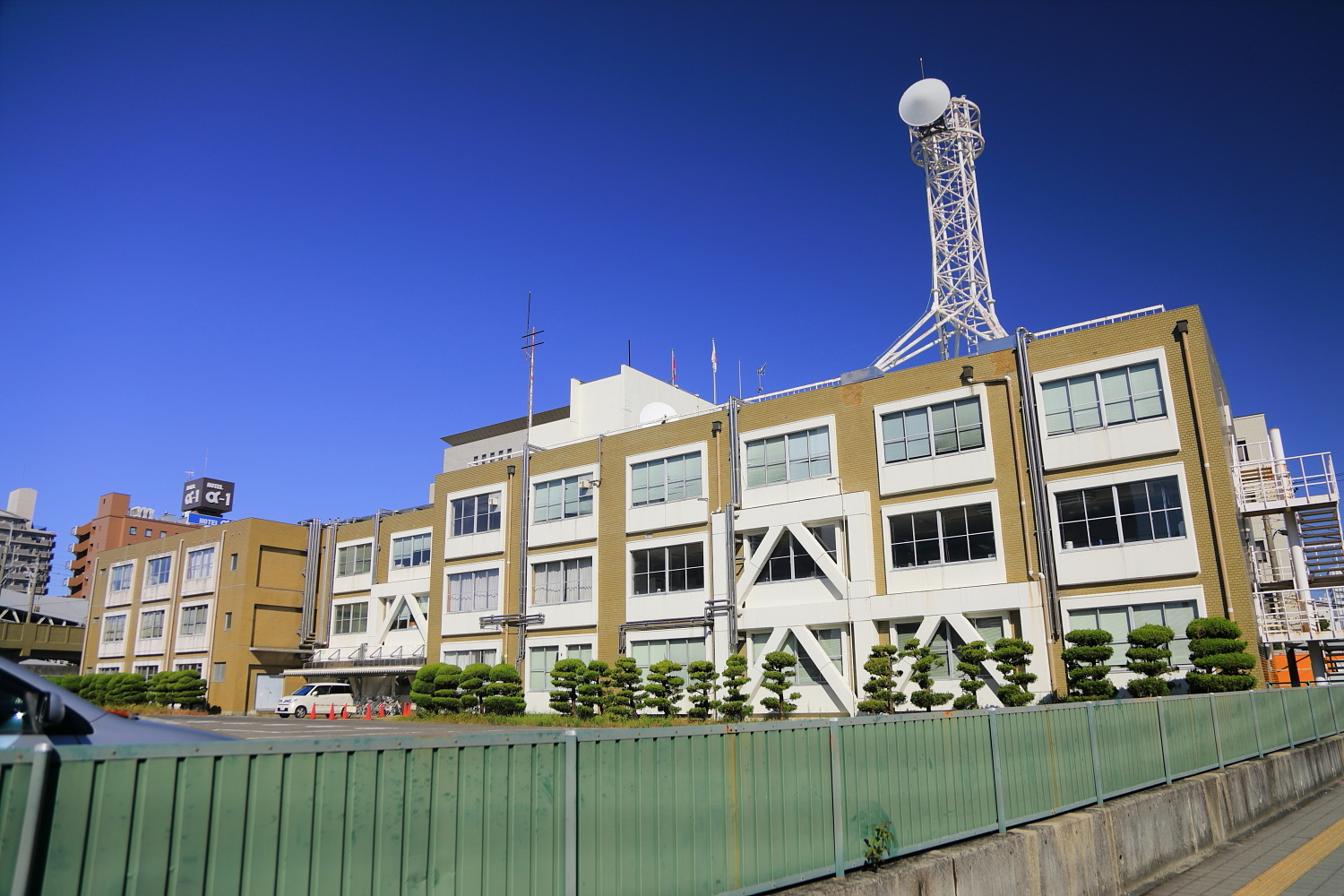
愛知県豊田加茂総合庁舎 （2018年（平成30年）10月）
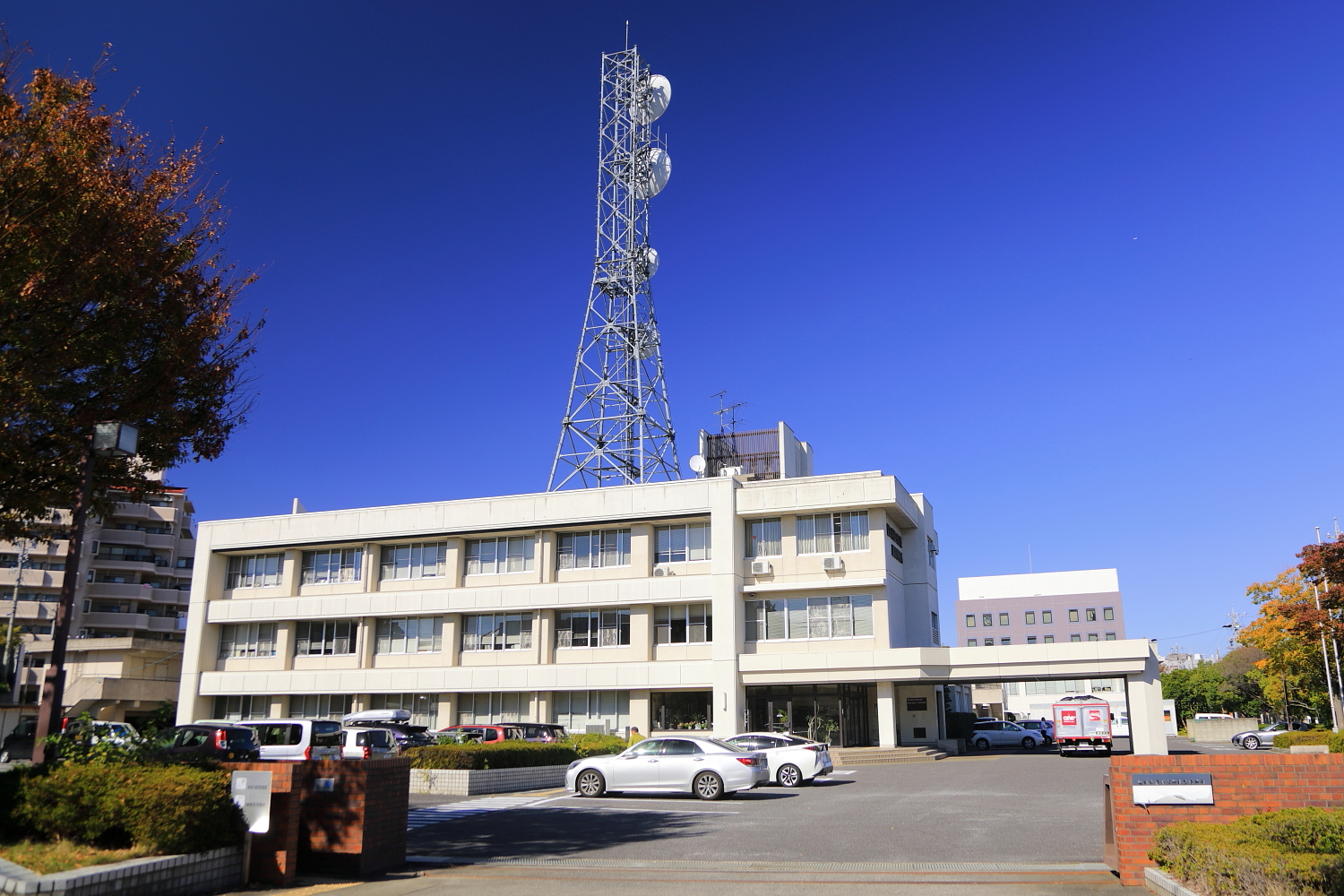
愛知県豊田加茂建設事務所 （2018年（平成30年）11月）
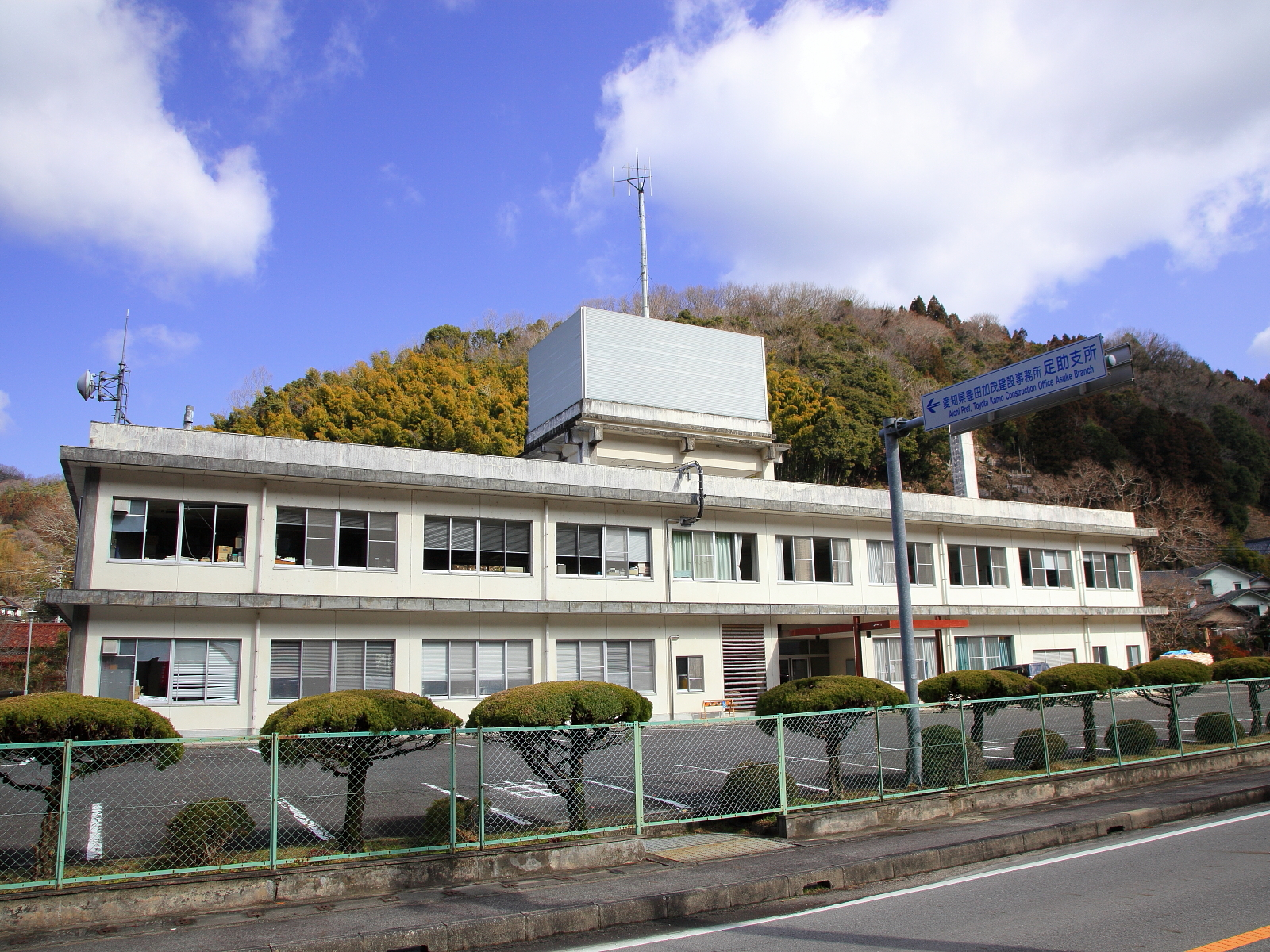
愛知県豊田加茂建設事務所足助支所 （2012年（平成24年）3月）

- 西三河県民事務所豊田庁舎 - 元城町（豊田加茂総合庁舎）
- 豊田加茂旅券コーナー - 若宮町
- 豊田加茂県税事務所 - 元城町（豊田加茂総合庁舎）
- 豊田加茂福祉相談センター - 元城町
- 豊田加茂農林水産事務所 - 元城町（豊田加茂総合庁舎）
- 豊田加茂農林水産事務所森林整備課 - 足助町
- 豊田加茂農業普及指導センター - 元城町
- 中央家畜保健衛生所豊田加茂支所 - 栄生町
- 豊田加茂建設事務所 - 常盤町
- 豊田加茂建設事務所足助支所 - 足助町
- 動物保護管理センター - 穂積町
- あいち産業科学技術総合センター - 八草町
- 県有林事務所足助業務課 - 足助町
- 西三河水道事務所　豊田浄水場 - 浄水町

### 施設

#### 警察
- 愛知県豊田警察署
- 愛知県足助警察署

#### 消防
- 豊田市消防本部

#### 医療
- 豊田厚生病院
（2018年（平成30年）11月）
- トヨタ記念病院
（2014年（平成26年）2月）
- 足助病院
（2018年（平成30年）4月）
- 鈴木病院
（2018年（平成30年）5月）

主な医療施設
- 豊田厚生病院 - 浄水町
- トヨタ記念病院 - 平和町
- 南豊田病院 - 広美町
- 足助病院 - 岩神町
- 仁大病院 - 猿投町
- 豊田西病院 - 保見町
- 豊田地域医療センター - 西山町
- 衣ヶ原病院 - 広久手町
- 三九朗病院 - 小坂町
- 菊池病院 - 若宮町
- さくら病院 - 豊栄町
- 家田病院 - 畝部西町
- 吉田整形外科病院 - 御立町
- 斉藤病院 - 四郷町
- 鈴木病院 - 月見町
- 中野胃腸病院 - 駒新町
- 名豊病院 - 竹元町

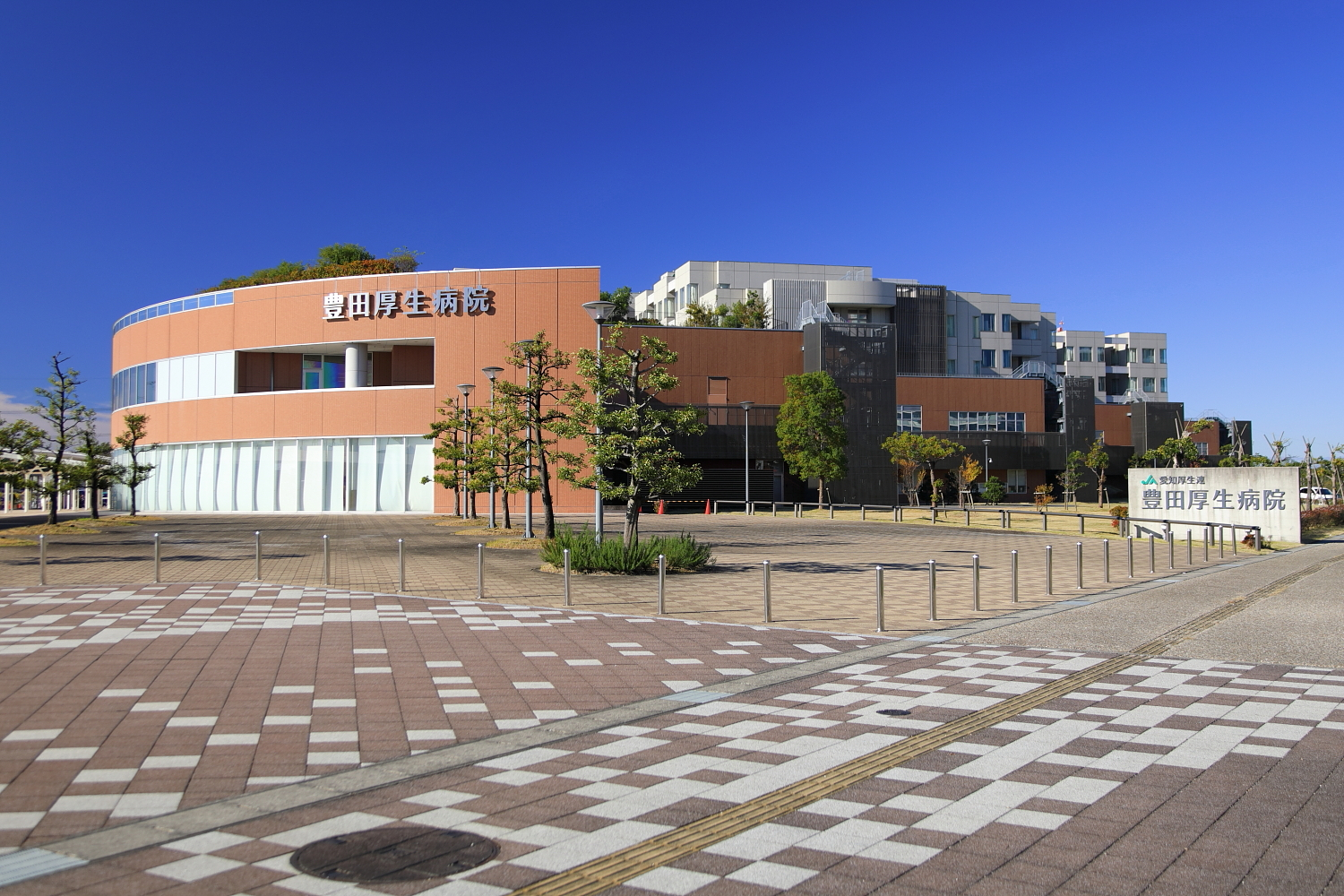
豊田厚生病院 （2018年（平成30年）11月）
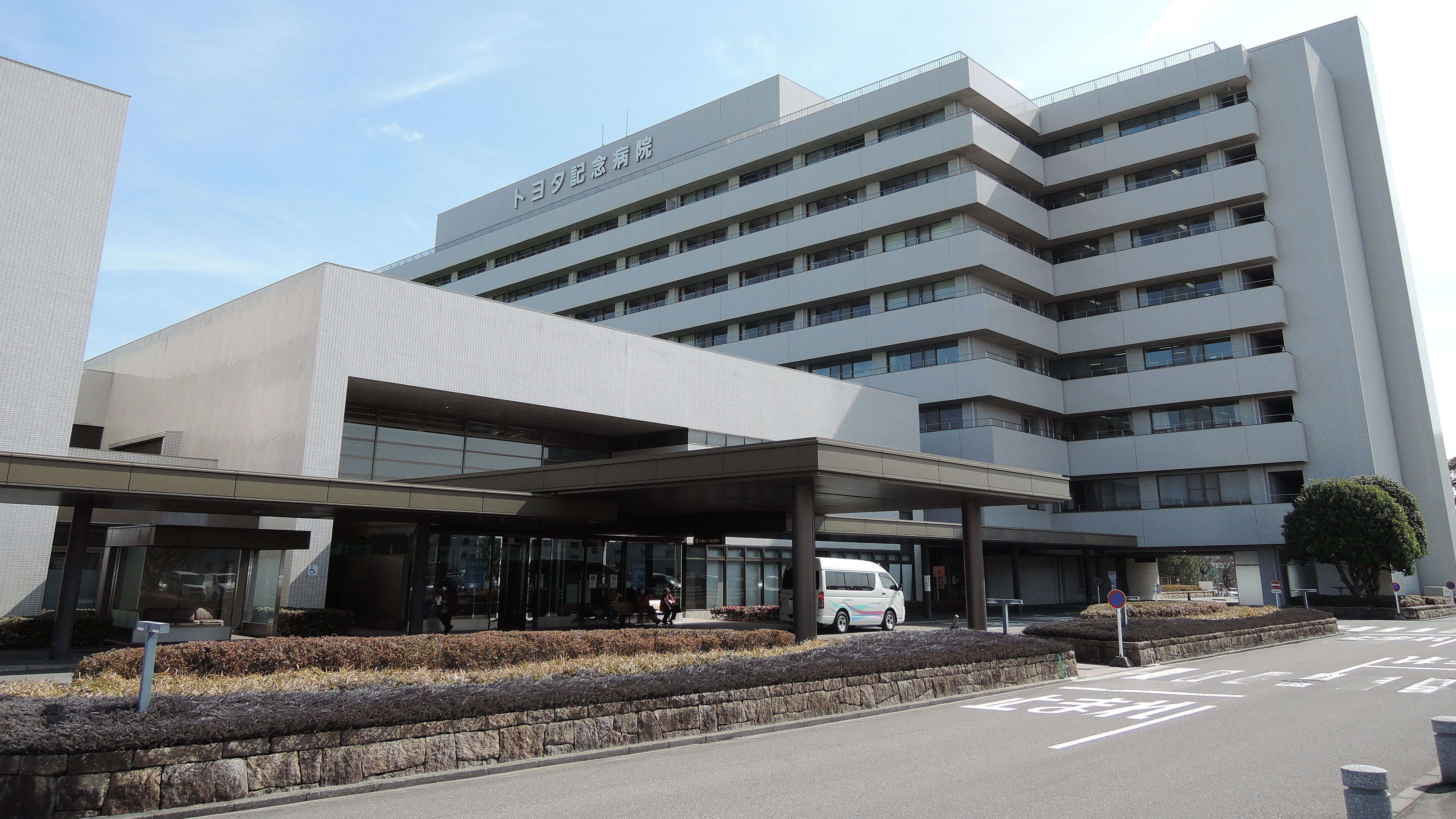
トヨタ記念病院 （2014年（平成26年）2月）
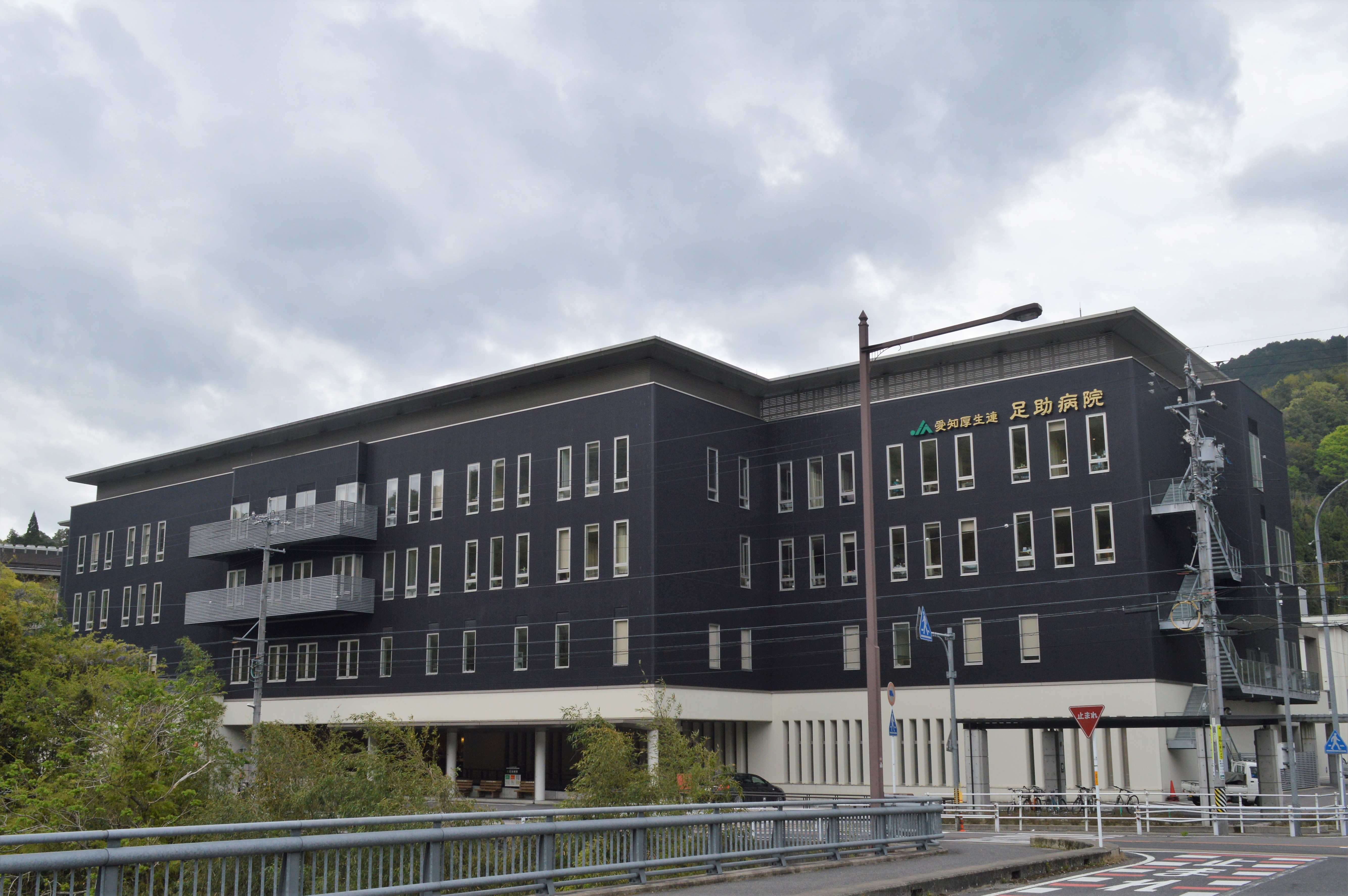
足助病院 （2018年（平成30年）4月）
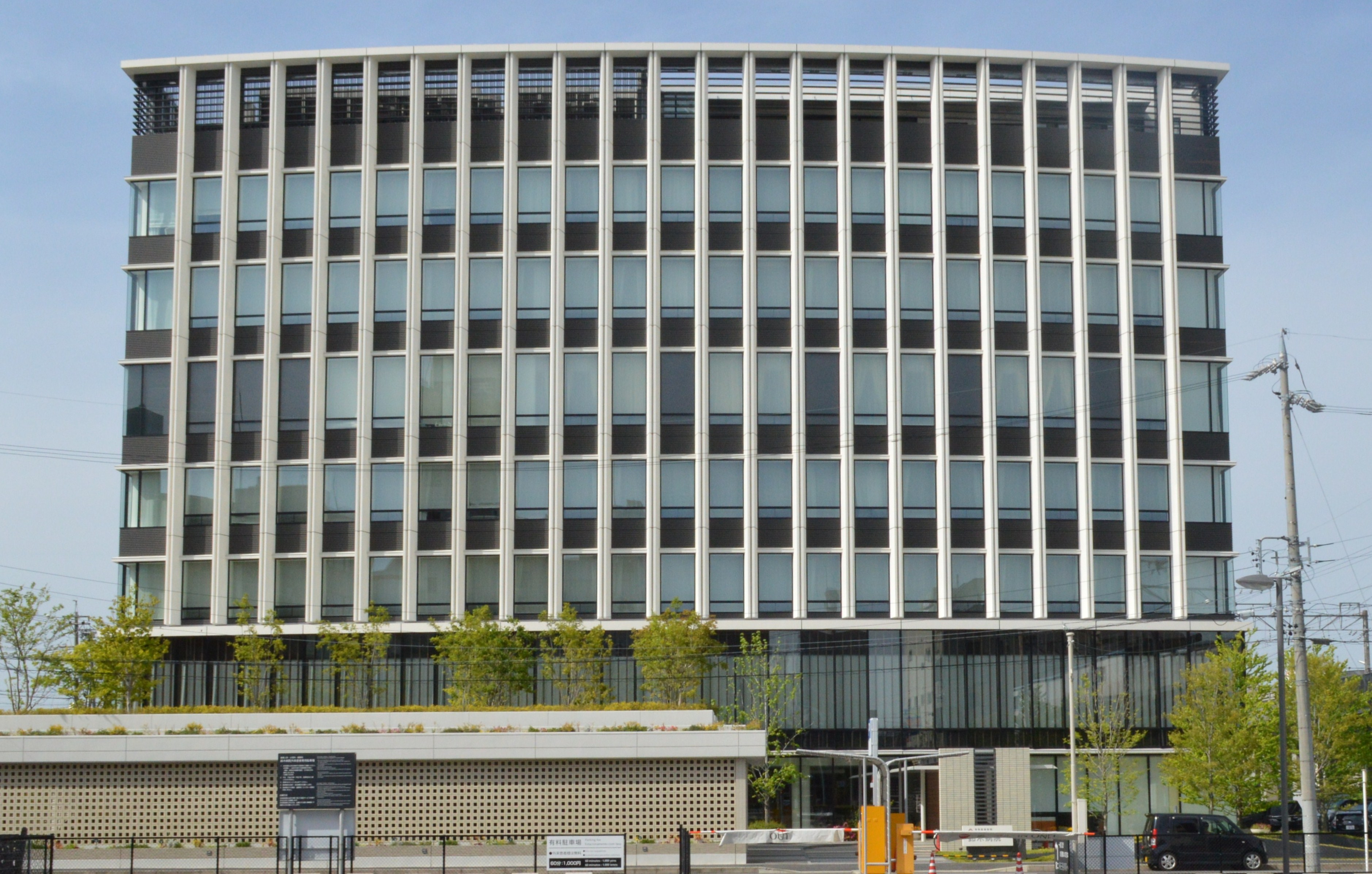
鈴木病院 （2018年（平成30年）5月）

- 三九朗東リハビリテーション病院 - 野見山町

その他の医療施設
- 豊田市立乙ケ林診療所 - 乙ケ林町

#### 保健衛生
- 豊田市保健所 - 西町
- 豊田食肉センター - 秋葉町
- 豊田市動物愛護センター - 矢並町

#### 健康福祉
- 豊田市保健センター
- 豊田市福祉センター - 錦町

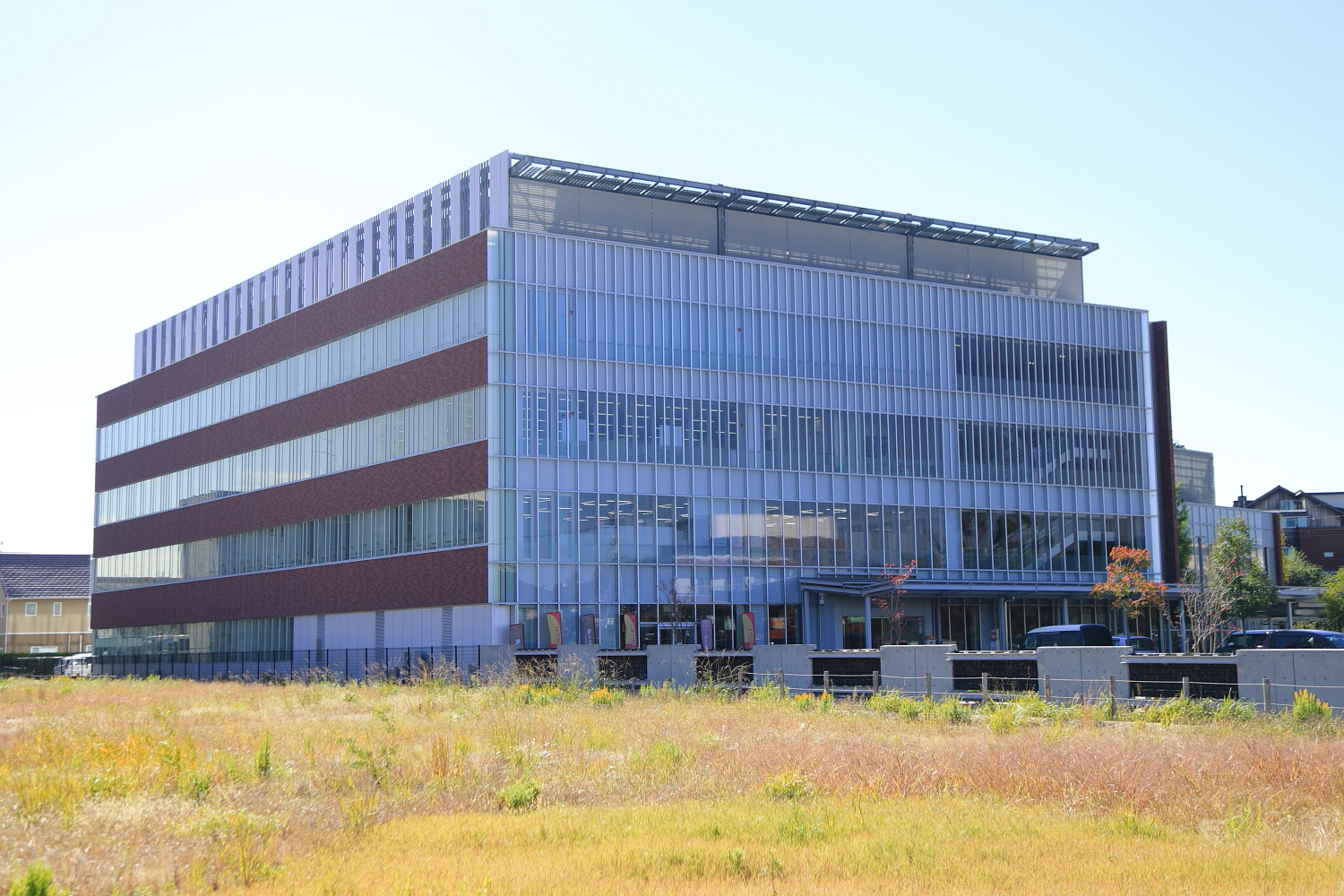
豊田市福祉センター
（2018年（平成30年）11月）

- 豊田市小原福祉センターふくしの里 - 沢田町
- 豊田市下山保健福祉センターまどいの丘 - 神殿町
- 豊田市藤岡福祉センターふじのさと - 藤岡飯野町

#### 郵便局

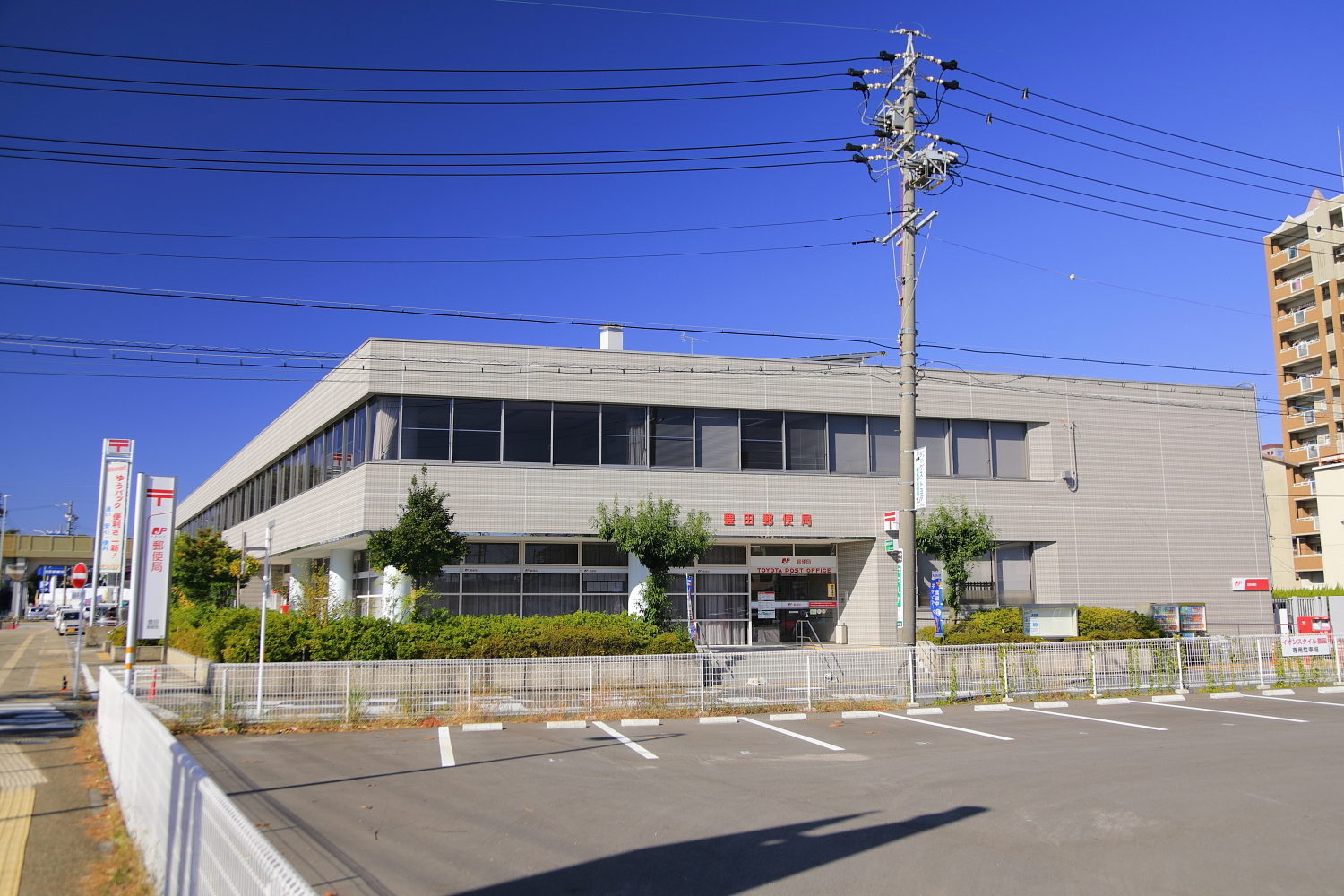
豊田郵便局 （2018年（平成30年）10月）
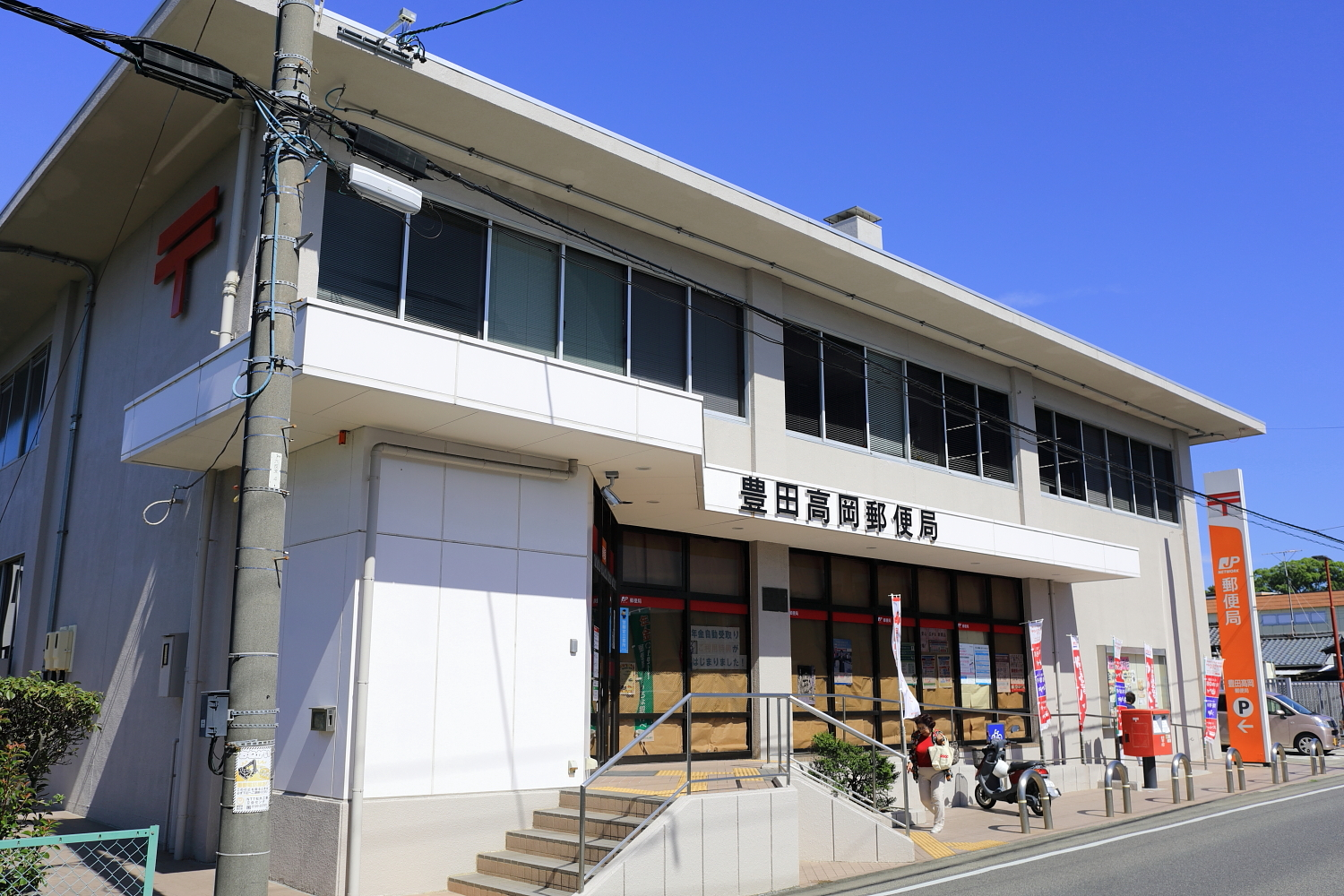
豊田高岡郵便局 （2019年（令和元年）9月）
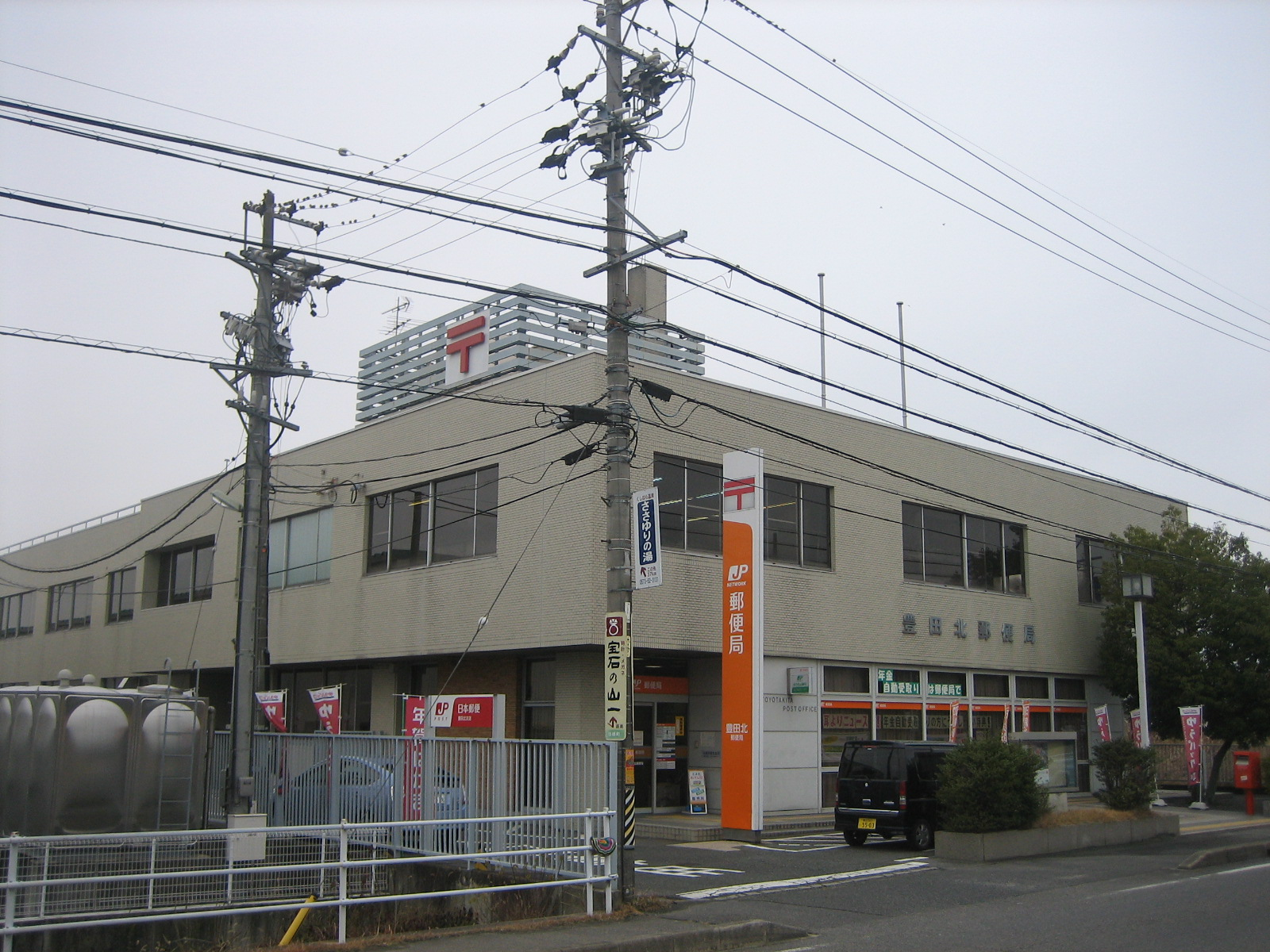
豊田北郵便局 （2010年（平成22年）12月）
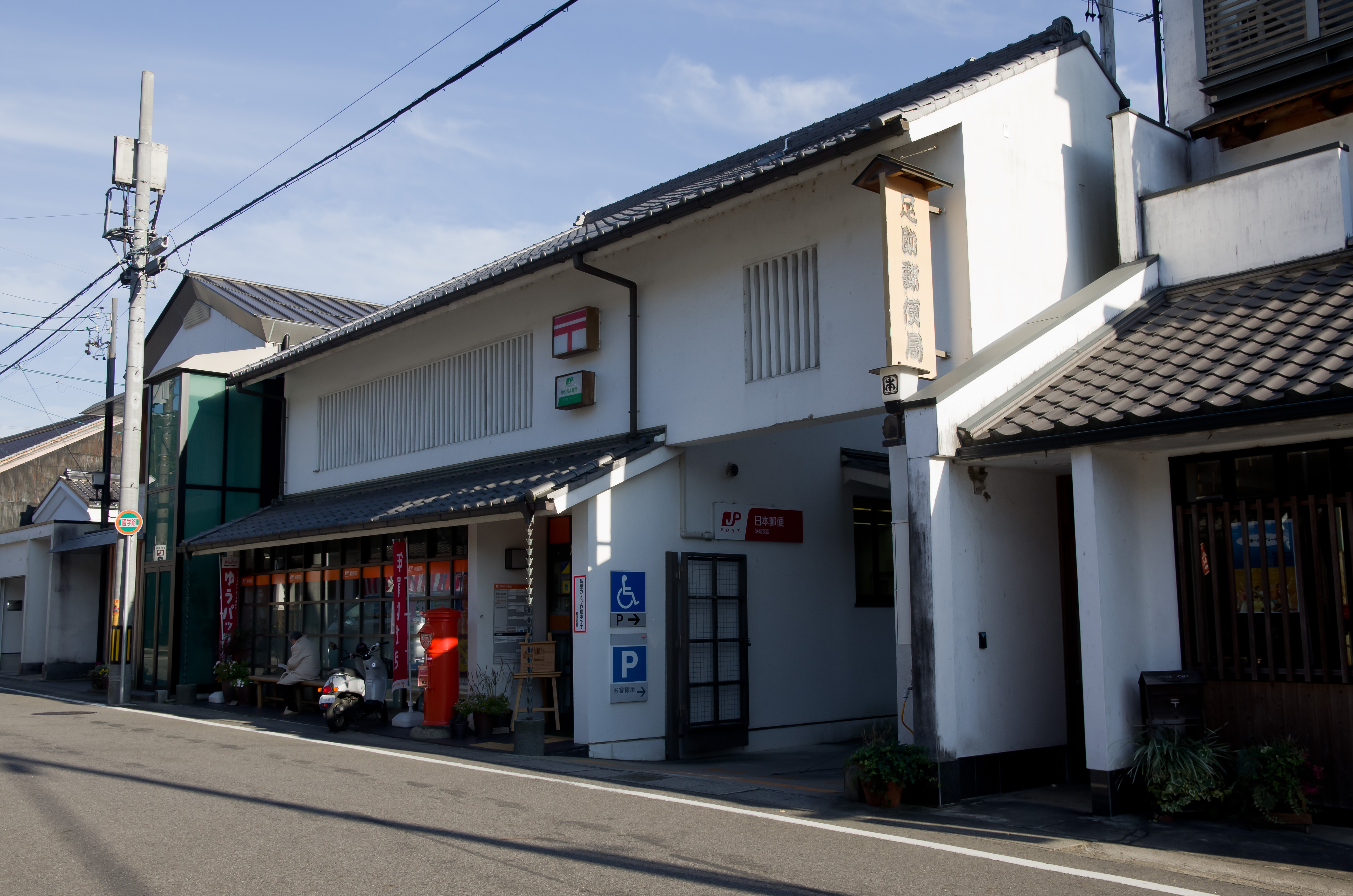
足助郵便局 （2010年（平成22年）11月）
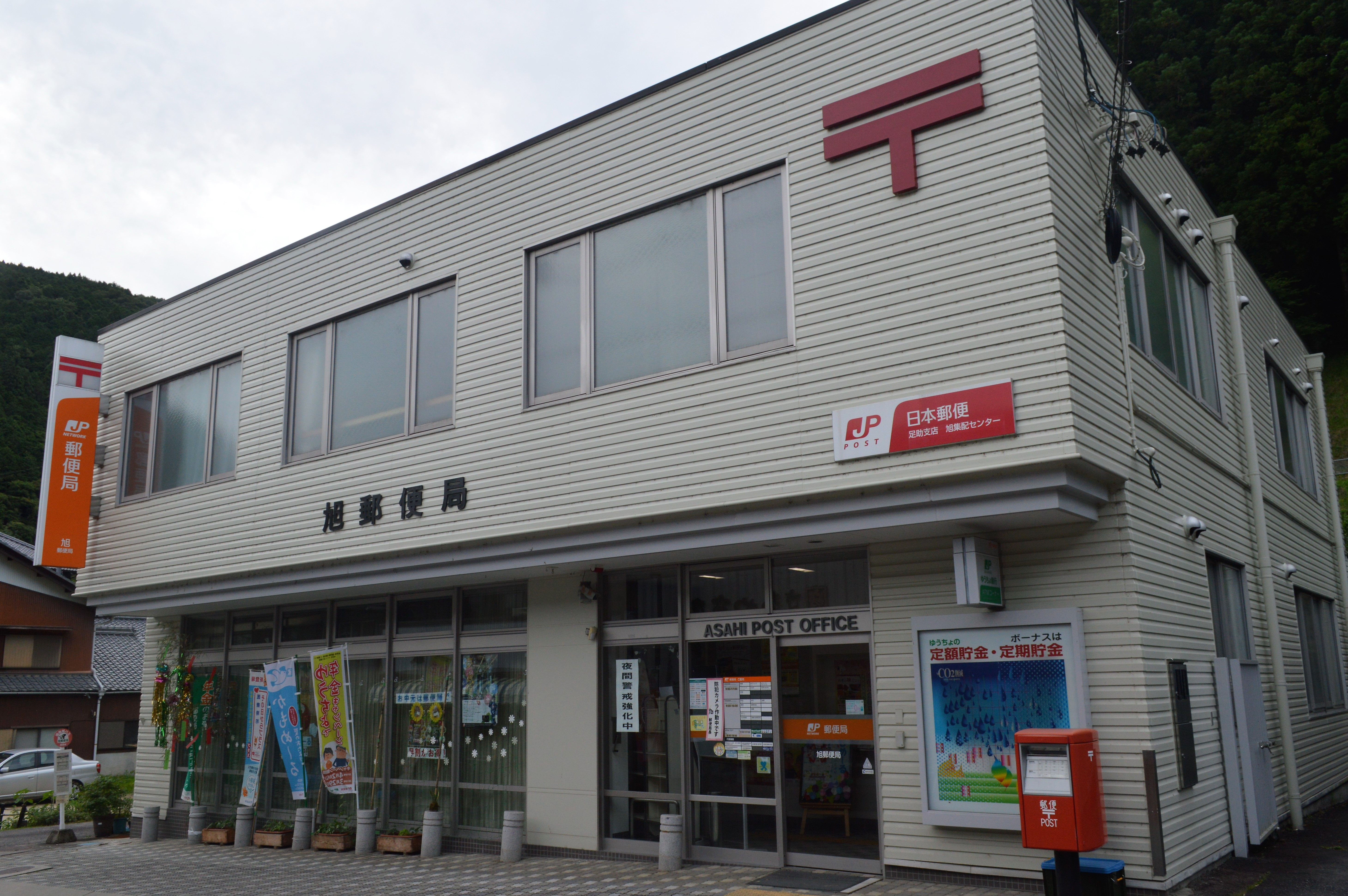
旭郵便局 （2010年（平成22年）11月）
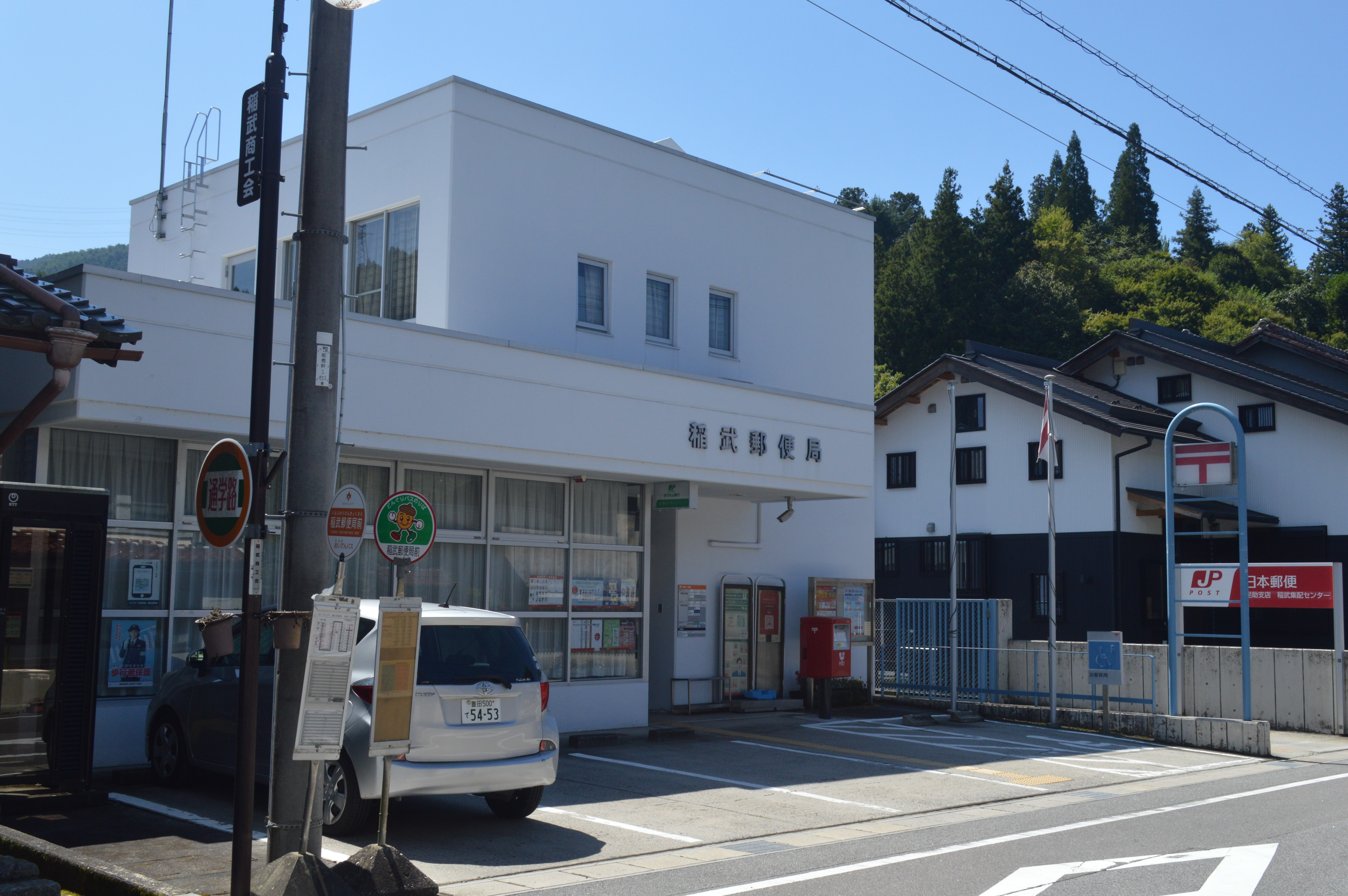
稲武郵便局 （2019年（令和元年）9月）

（太字はゆうゆう窓口設置郵便局を示す。）
- 豊田朝日郵便局 - 朝日町
- 豊田梅坪郵便局 - 東梅坪町
- 豊田喜多町郵便局 - 喜多町
- 豊田新町郵便局 - 新町
- 豊田水源郵便局 - 水源町
- 豊田司郵便局 - 司町
- 豊田土橋郵便局 - 土橋町
- 豊田美山郵便局 - 美山町
- 豊田山之手郵便局 - 山之手
- 豊田郵便局 - 十塚町
- 豊田若宮郵便局 - 月見町
- 豊田市木郵便局 - 市木町
- 豊田五ケ丘郵便局 - 五ケ丘
- 豊田神池郵便局 - 神池町
- 豊田高橋郵便局 - 高橋町
- 豊田東山郵便局 - 東山町
- 畝部簡易郵便局 - 畝部東町
- 上郷郵便局 - 上郷町
- すえの簡易郵便局 - 鴛鴨町
- 豊田永覚郵便局 - 永覚新町
- 豊田渡刈簡易郵便局 - 渡刈町
- 豊田大林郵便局 - 大林町
- 豊田駒場郵便局 - 駒場町
- 豊田高岡郵便局 - 若林西町
- 豊田堤郵便局 - 堤町
- 豊田中町郵便局 - 中町
- 豊田花園郵便局 - 花園町
- 豊田北郵便局 - 四郷町
- 豊田平戸橋郵便局 - 平戸橋町
- 豊田浄水簡易郵便局 - 浄水町
- 豊田保見ケ丘郵便局 - 保見ケ丘
- 豊田八草簡易郵便局 - 八草町
- 保見郵便局 - 保見町
- 石野郵便局 - 力石町
- 坂上簡易郵便局 - 坂上町
- 松平郵便局 - 九久平町
- 藤岡西中山簡易郵便局 - 西中山町
- 藤岡郵便局 - 藤岡飯野町
- 御作簡易郵便局 - 御作町
- 大草郵便局 - 小原町
- 小原平畑簡易郵便局 - 平畑町
- 小原郵便局 - 上仁木町
- 道慈簡易郵便局 - 大平町
- 足助郵便局 - 足助町
- 阿摺郵便局 - 大蔵町
- 国谷簡易郵便局 - 国谷町
- 盛岡郵便局 - 則定町
- 阿蔵簡易郵便局 - 阿蔵町
- 下山郵便局 - 大沼町
- 羽布郵便局 - 羽布町
- 旭郵便局 - 小渡町
- 明川郵便局 - 明川町
- 杉本郵便局 - 杉本町
- 稲武郵便局 - 稲武町

- 豊田郵便局
（2018年（平成30年）10月）
- 豊田高岡郵便局
（2019年（令和元年）9月）
- 豊田北郵便局
（2010年（平成22年）12月）
- 足助郵便局
（2010年（平成22年）11月）
- 旭郵便局
（2010年（平成22年）11月）
- 稲武郵便局
（2019年（令和元年）9月）

#### 文化施設
- 参合館 - 豊田市中央図書館、豊田市能楽堂、豊田市コンサートホール
- 豊田市民文化会館 - 小坂町
- 豊田産業文化センター - 小坂本町
- 豊田市自然観察の森 - 東山町
- 愛知県立旭高原少年自然の家 - 小滝野町
- 総合野外センター - 坂上町
- 豊田市青少年センター - 小坂本町
- 体育とスポーツの図書館 - 足助町
- 豊田地域文化広場 - 西田町
- 先端技術産業振興プラザ（閉館）
- ものづくり創造拠点 SENTAN - 挙母町。以前は豊田市役所分庁舎であったがものを改築し、2017年9月に開設[34]。
- 藤岡ふれあいの館 - 藤岡飯野町
- 森林会館 - 東広瀬町

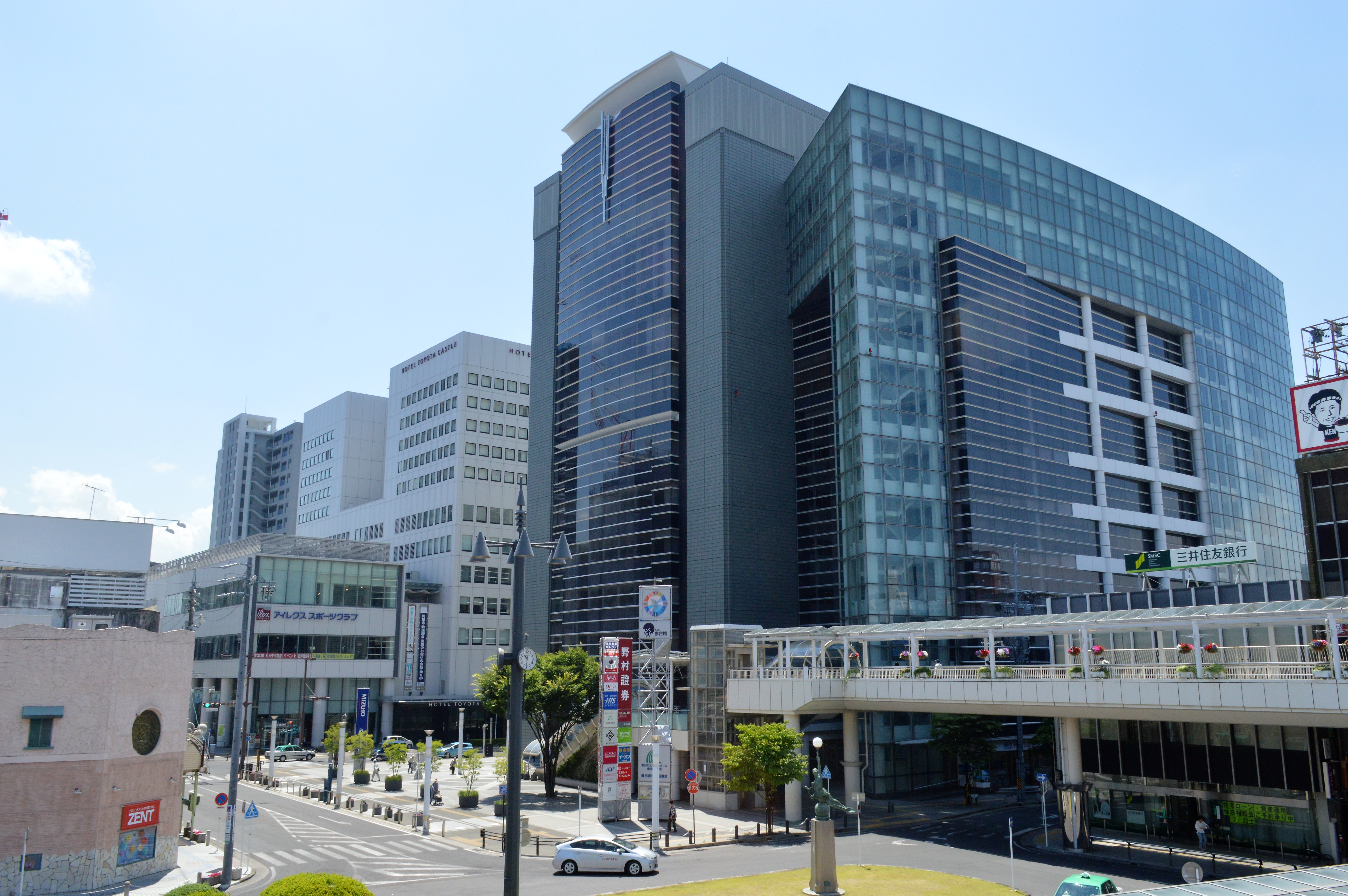
参合館 （2017年（平成29年）6月）
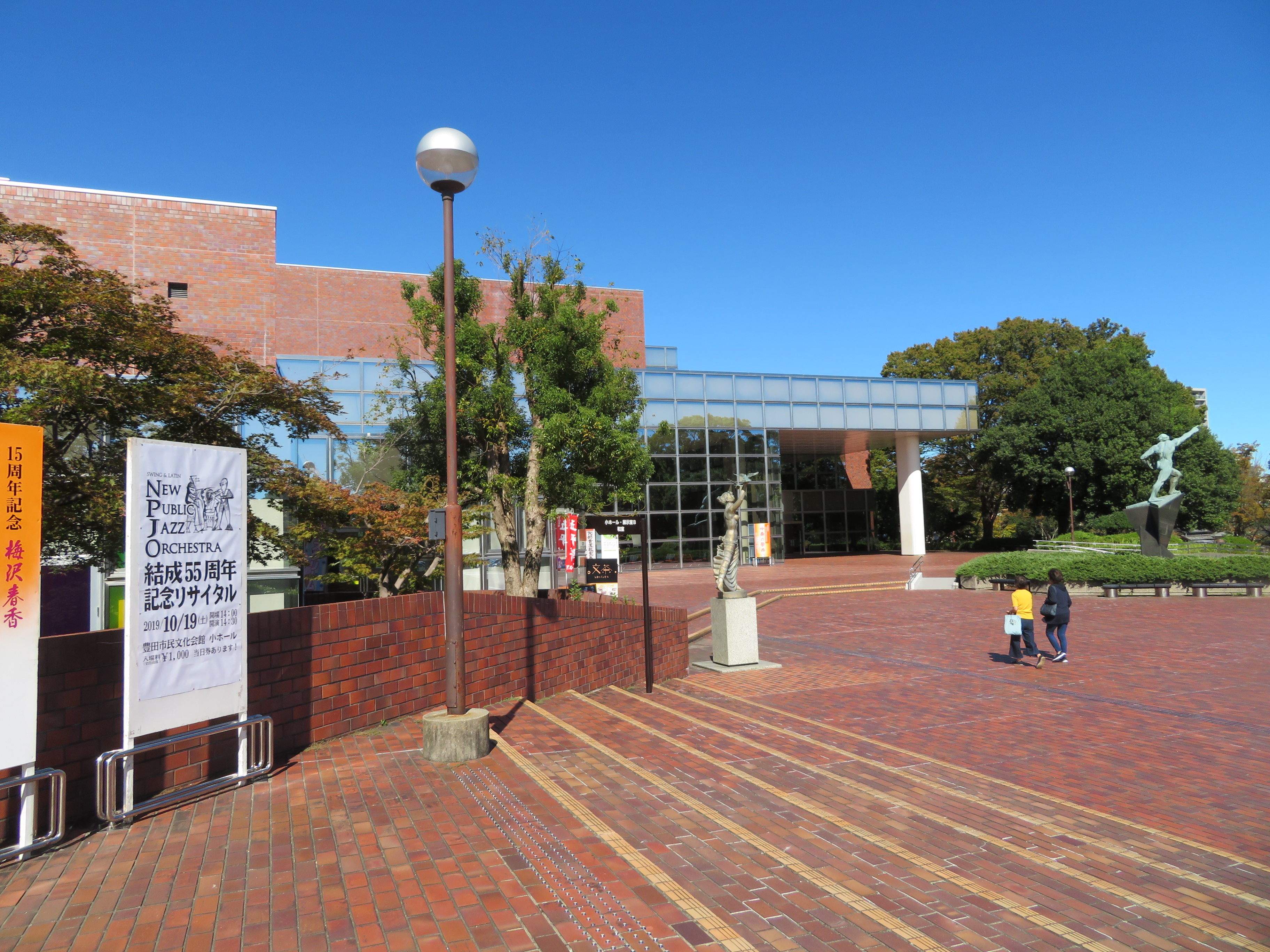
豊田市民文化会館 （2019年（令和元年）9月）
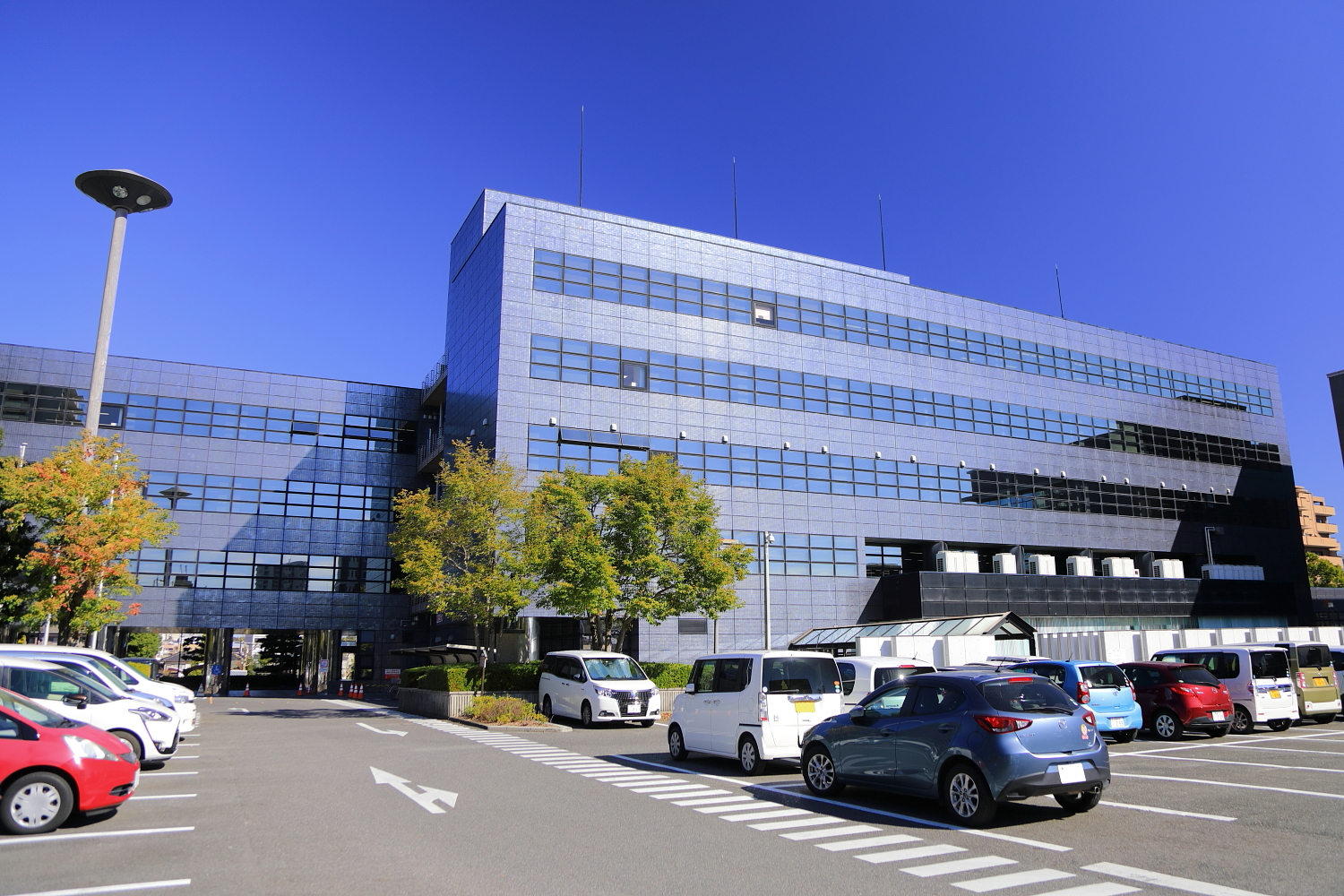
豊田産業文化センター （2018年（平成30年）11月）
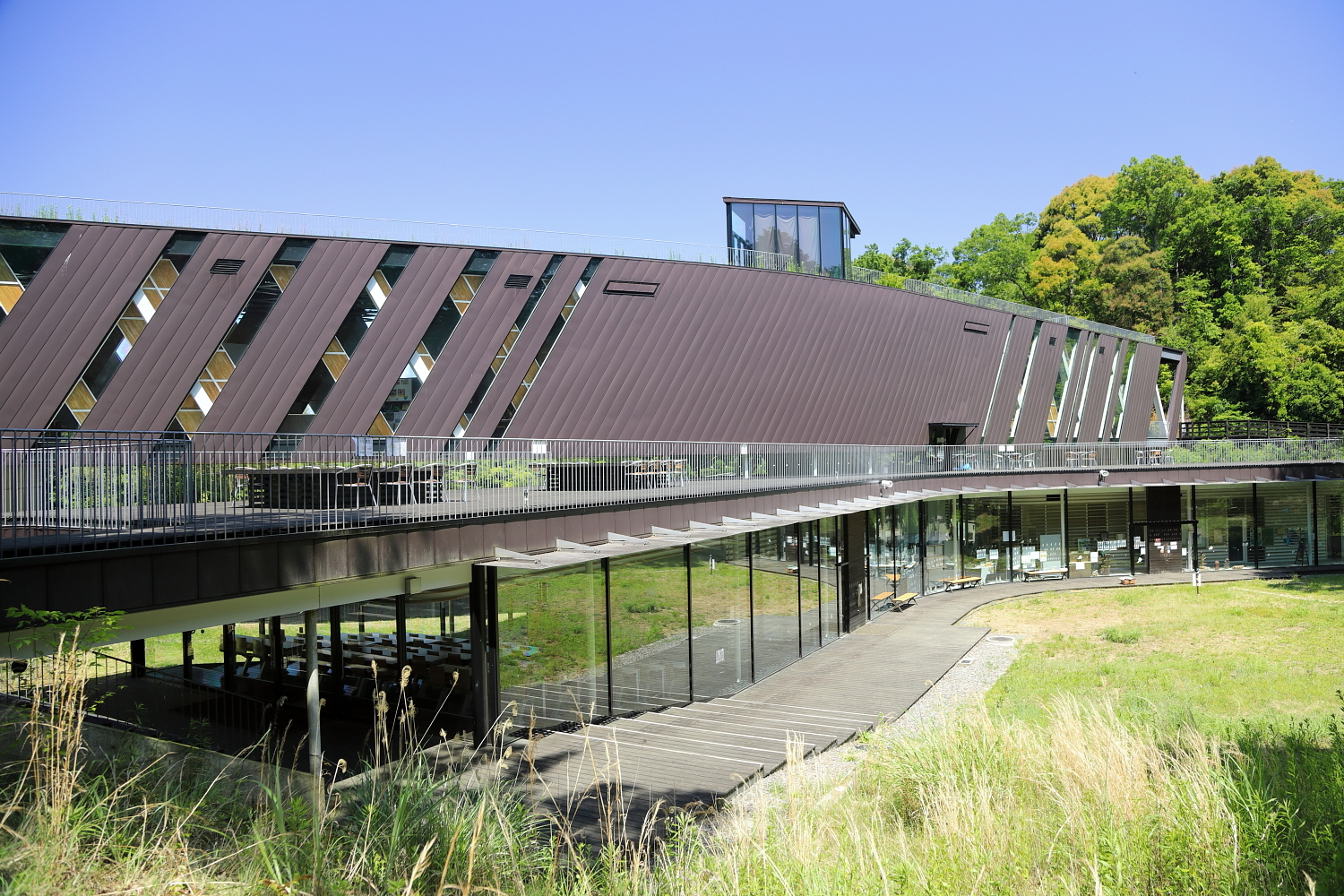
自然観察の森　ネイチャーセンター （2019年（令和元年）5月）
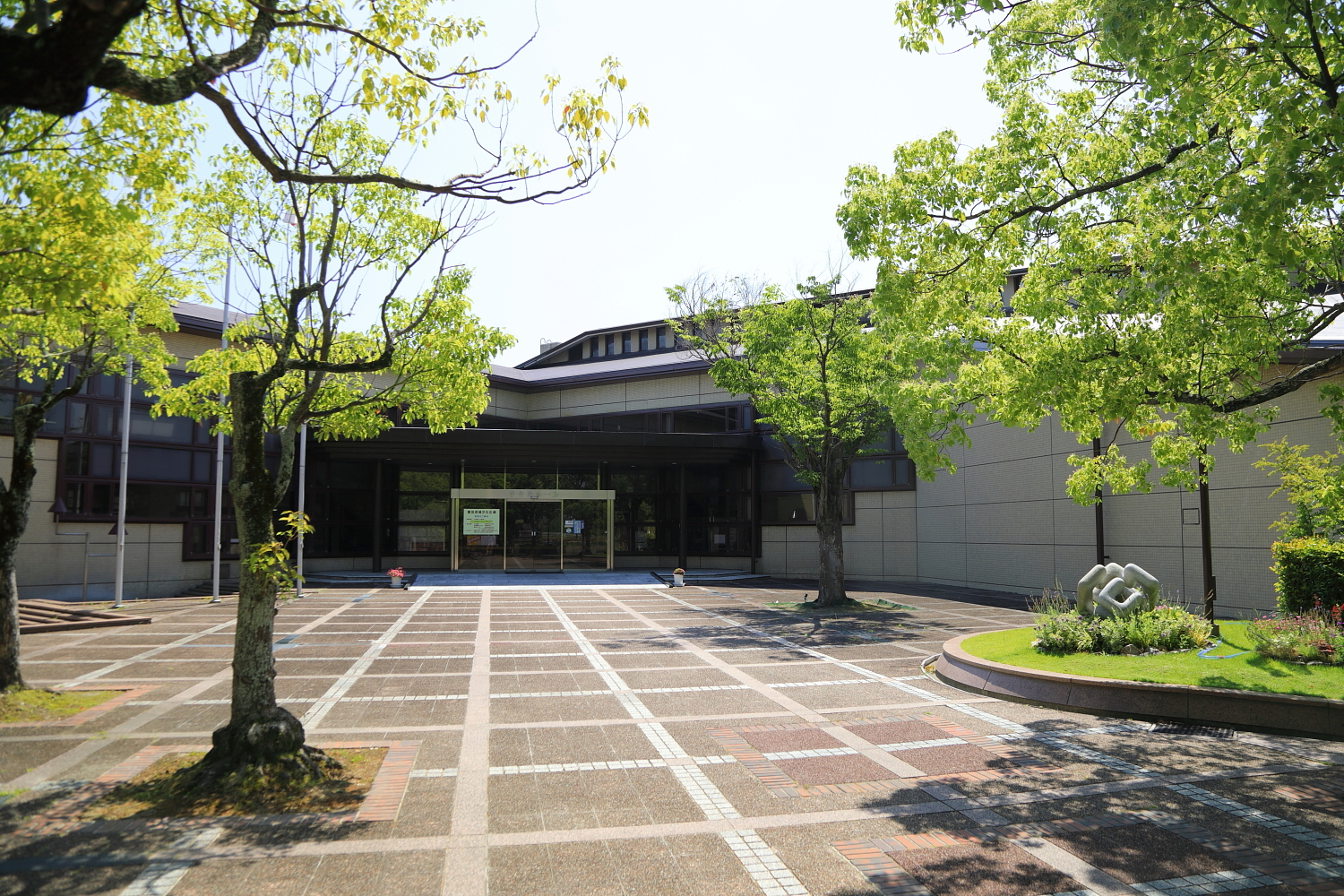
豊田地域文化広場けやきホール （2019年（令和元年）5月）
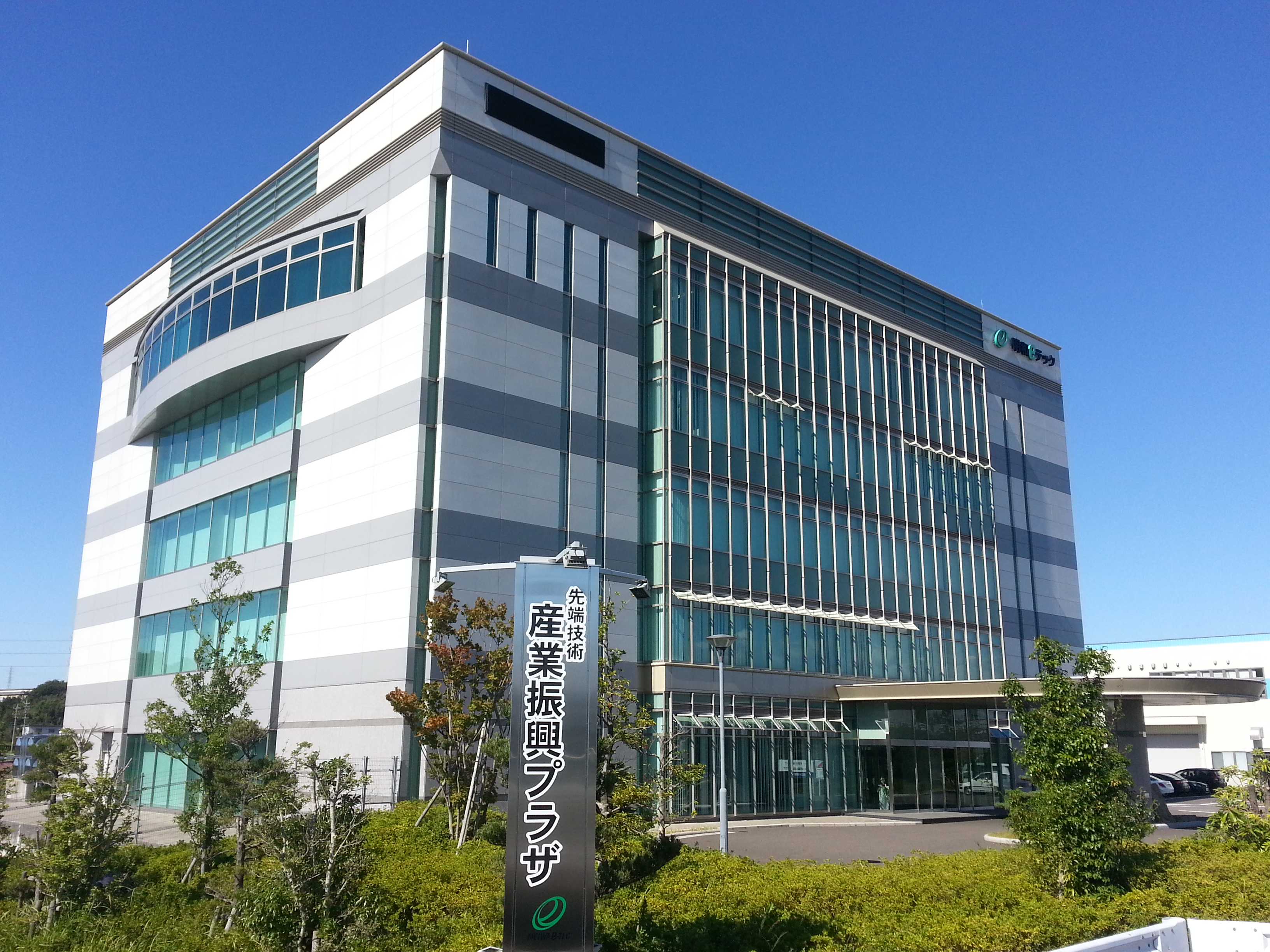
先端技術産業振興プラザ （2014年（平成26年）10月）

#### 交流施設
- 逢妻交流館 - 田町
- 朝日丘交流館 - 御幸町
- 井郷交流館・猿投コミュニティセンター - 四郷町
- 石野交流館 - 力石町
- 梅坪台交流館 - 梅坪町
- 上郷交流館・上郷コミュニティセンター - 上郷町
- 猿投北交流館 - 加納町
- 猿投台交流館 - 青木町
- 末野原交流館 - 豊栄町
- 崇化舘交流館 - 昭和町
- 高橋交流館 - 高橋町
- 豊南交流館 - 水源町
- 保見交流館 - 保見町
- 前林交流館 - 前林町
- 益富交流館 - 志賀町
- 松平交流館・松平コミュニティセンター - 九久平町
- 美里交流館 - 美里
- 竜神交流館 - 竜神町
- 若園交流館 - 花園町
- 若林交流館 - 若林東町
- 藤岡交流館 - 藤岡飯野町
- 小原交流館 - 永太郎町
- 足助交流館 - 足助町
- 下山交流館 - 下山町
- 旭交流館 - 小渡町
- 稲武交流館 - 稲武町
- 藤岡南交流館 - 西中山町
- 浄水交流館 - 大清水町
- 高橋コミュニティセンター - 東山町
- 高岡コミュニティセンター - 高岡町
- 西部コミュニティセンター（豊田ほっとかん） - 本新町

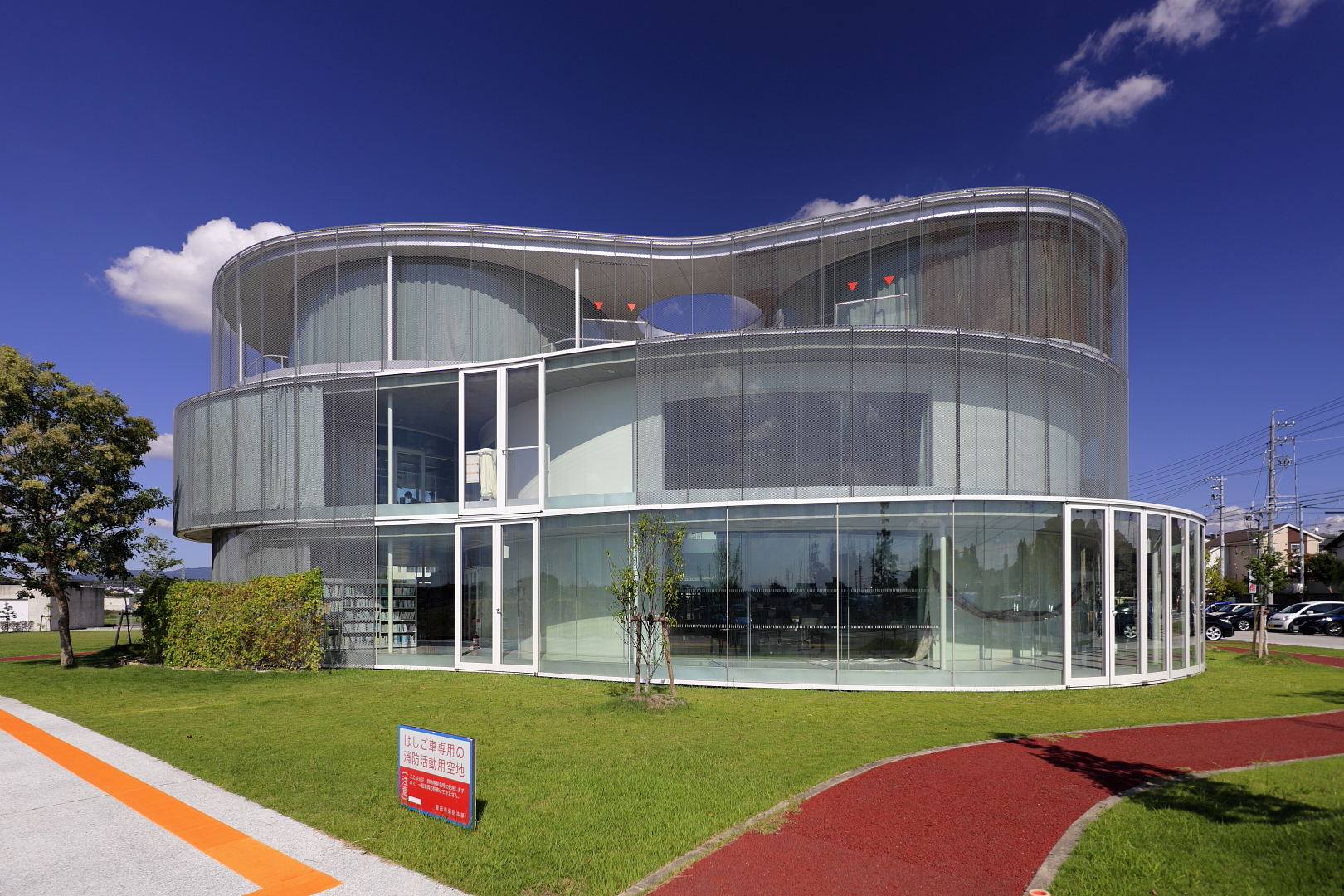
逢妻交流館 （2023年（令和5年）9月）
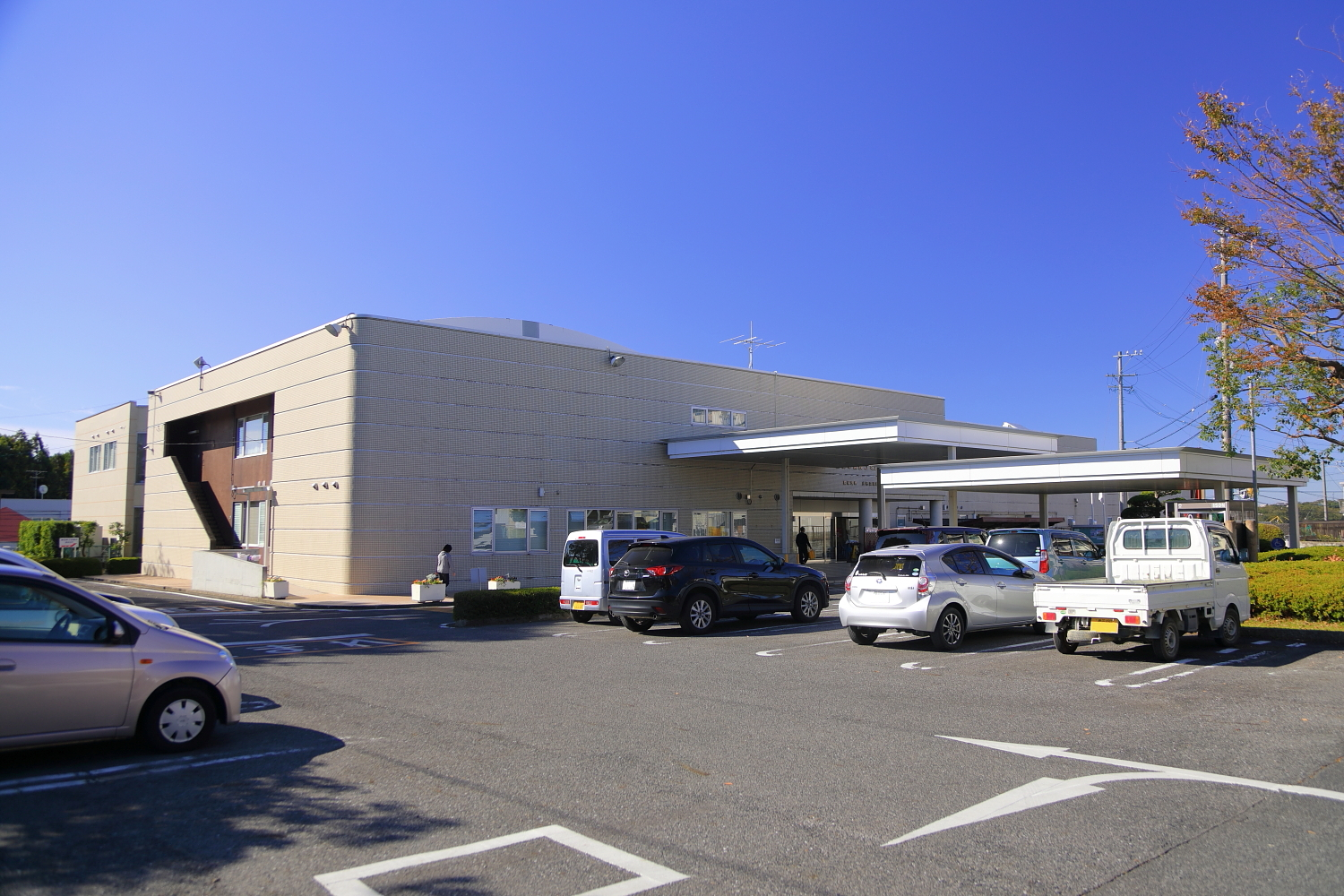
井郷交流館・猿投コミュニティセンター （2018年（平成30年）11月）
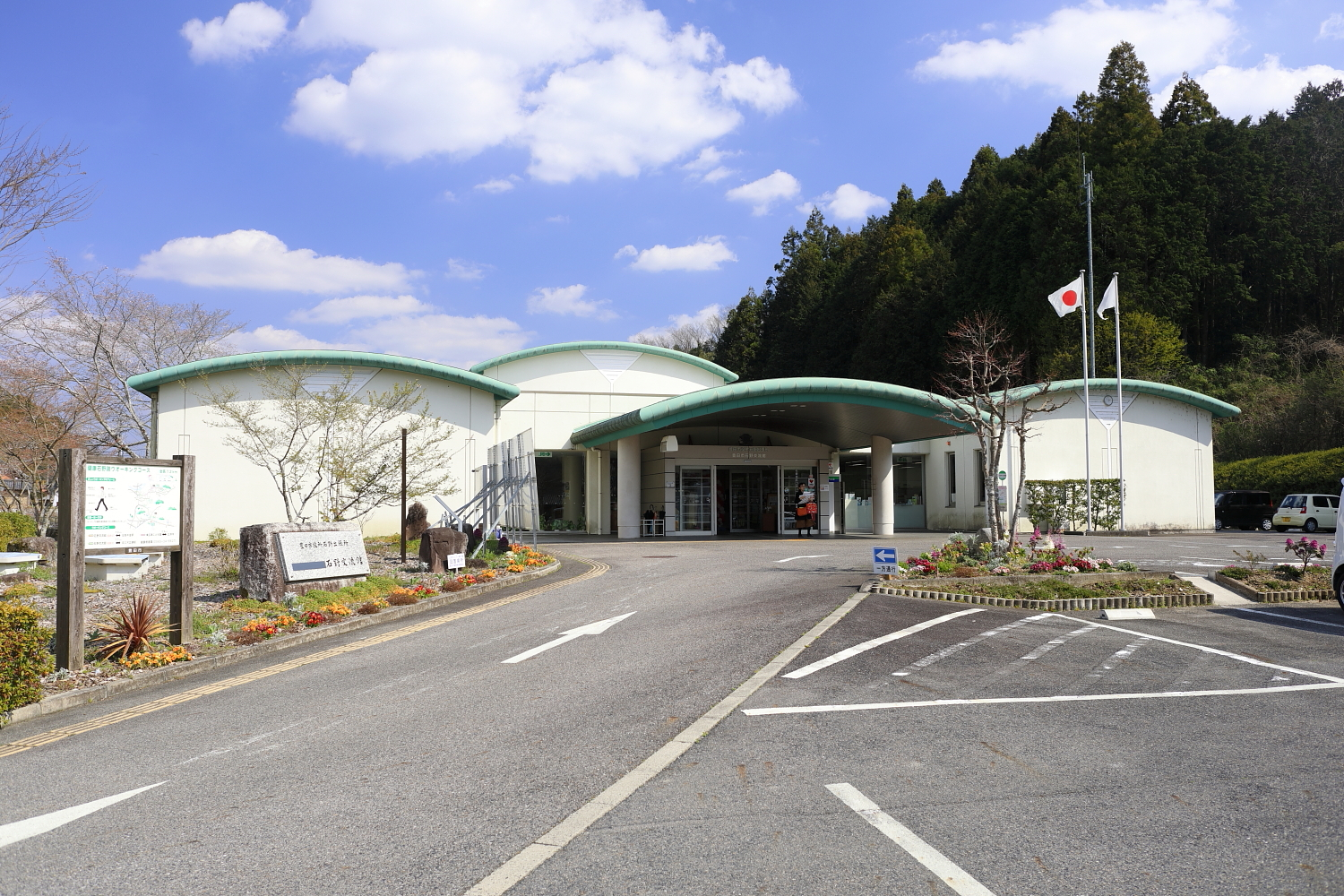
石野交流館 （2019年（平成31年）4月）
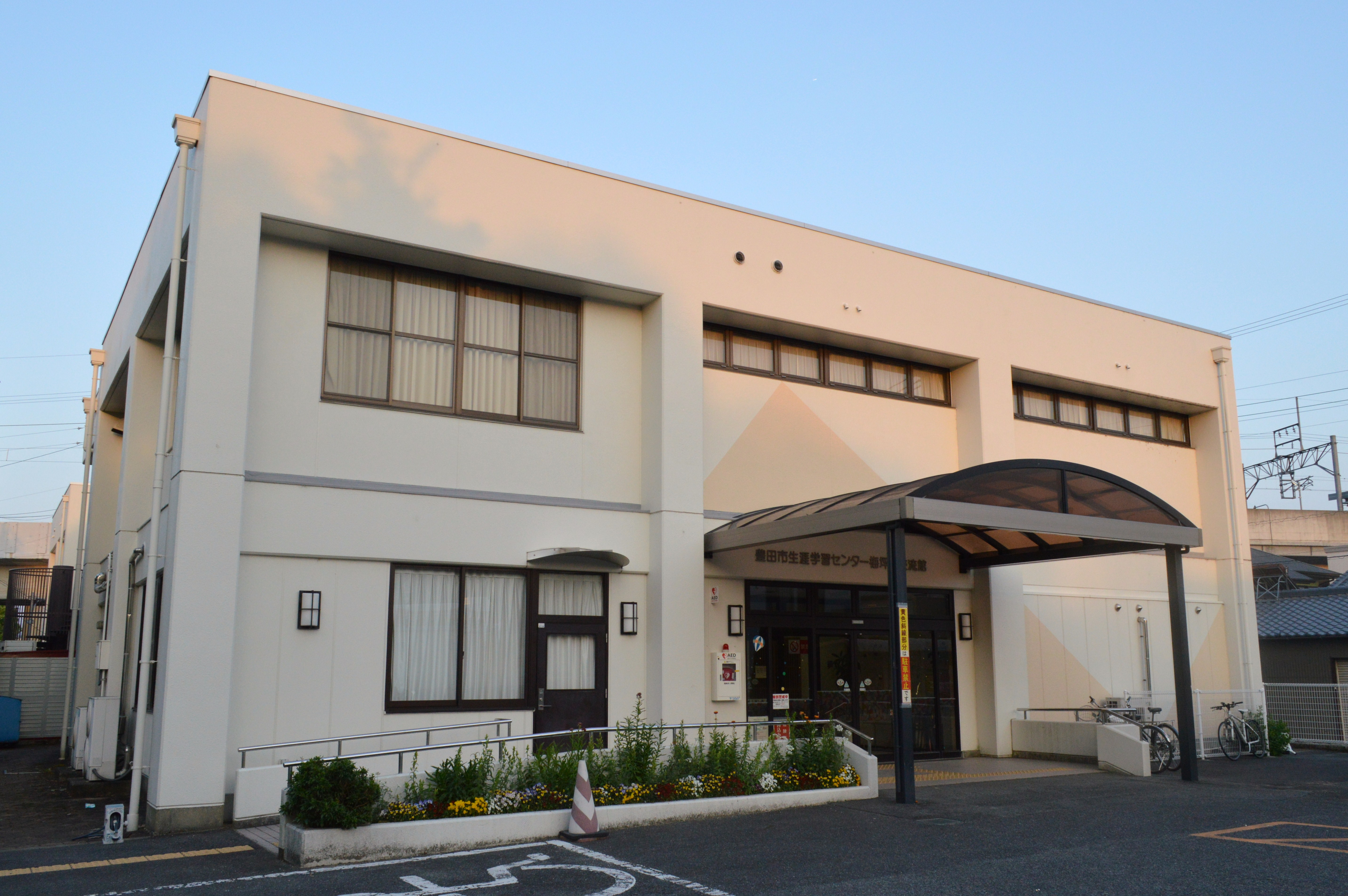
梅坪台交流館 （2017年（平成29年）5月）
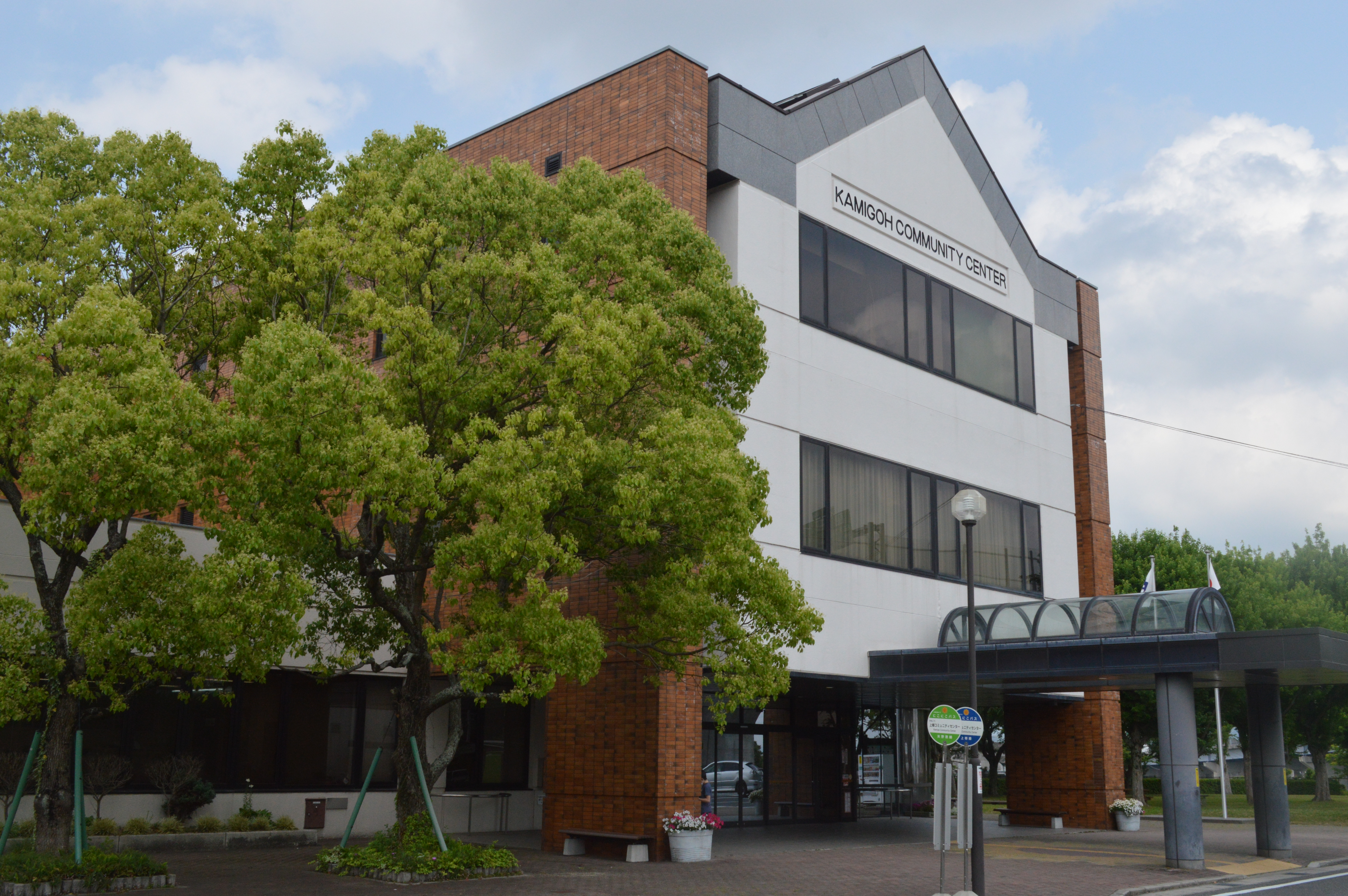
上郷交流館・上郷コミュニティセンター （2017年（平成29年）5月）
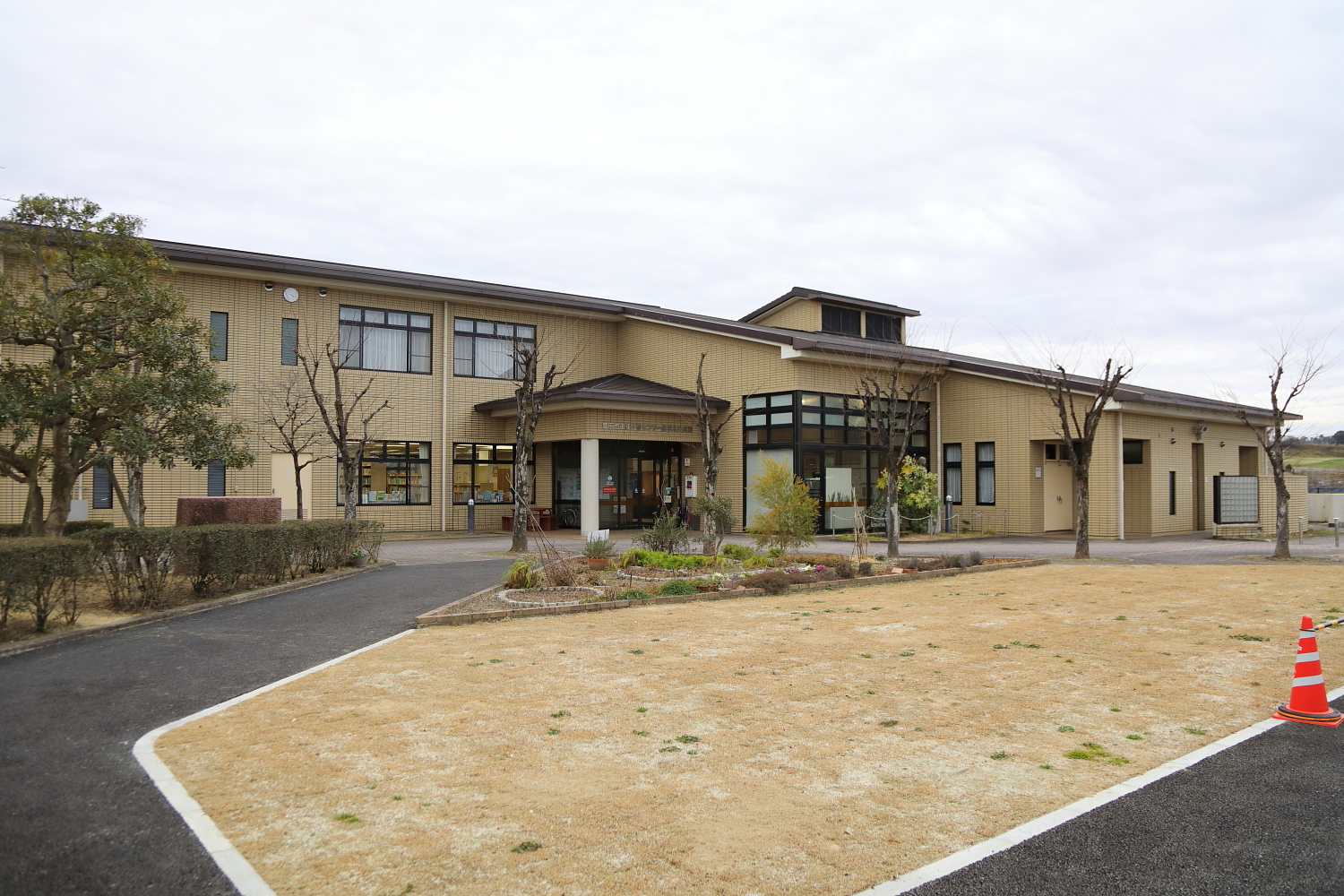
猿投北交流館 （2019年（平成31年）2月）
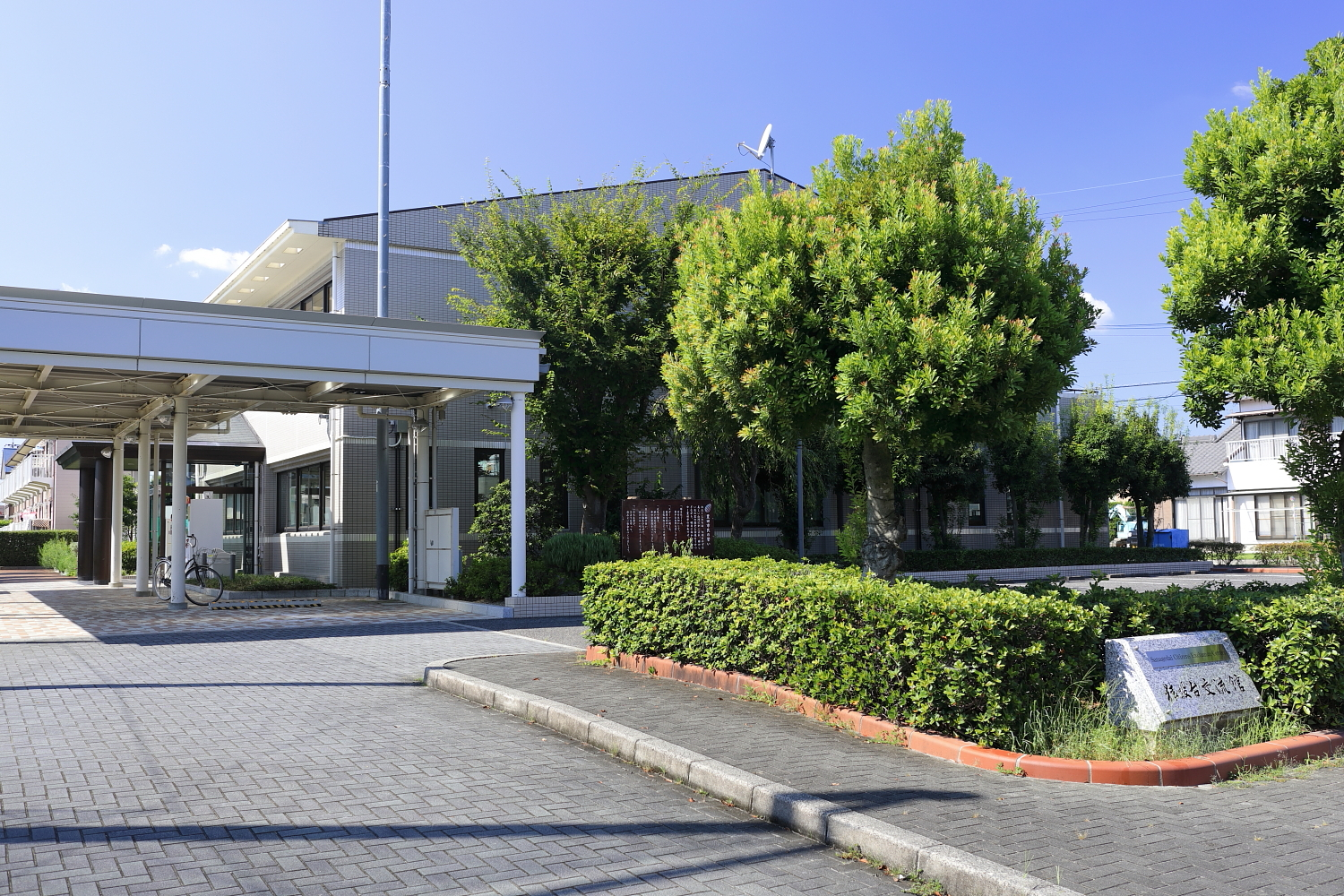
猿投台交流館 （2019年（令和元年）9月）
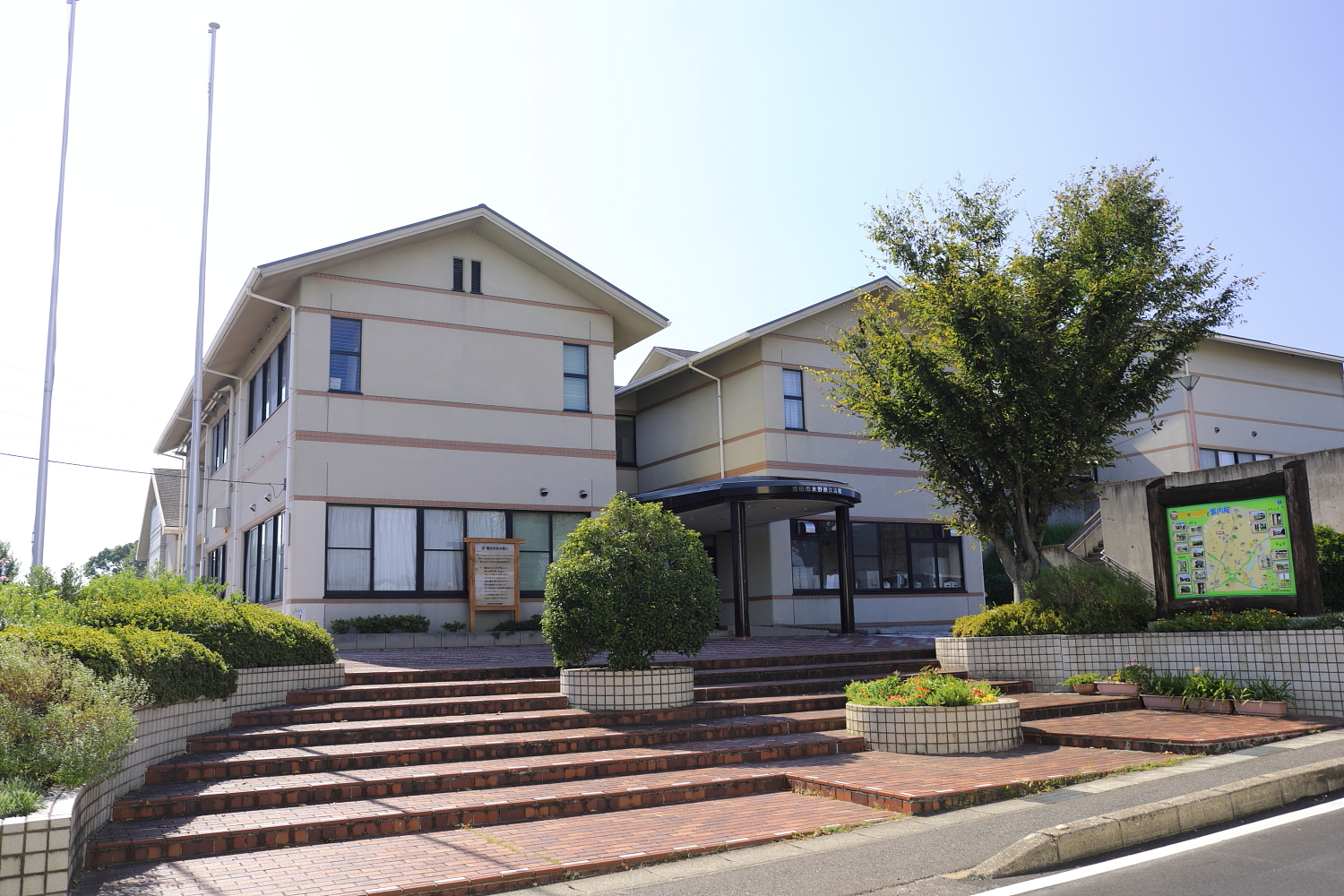
末野原交流館 （2019年（令和元年）9月）
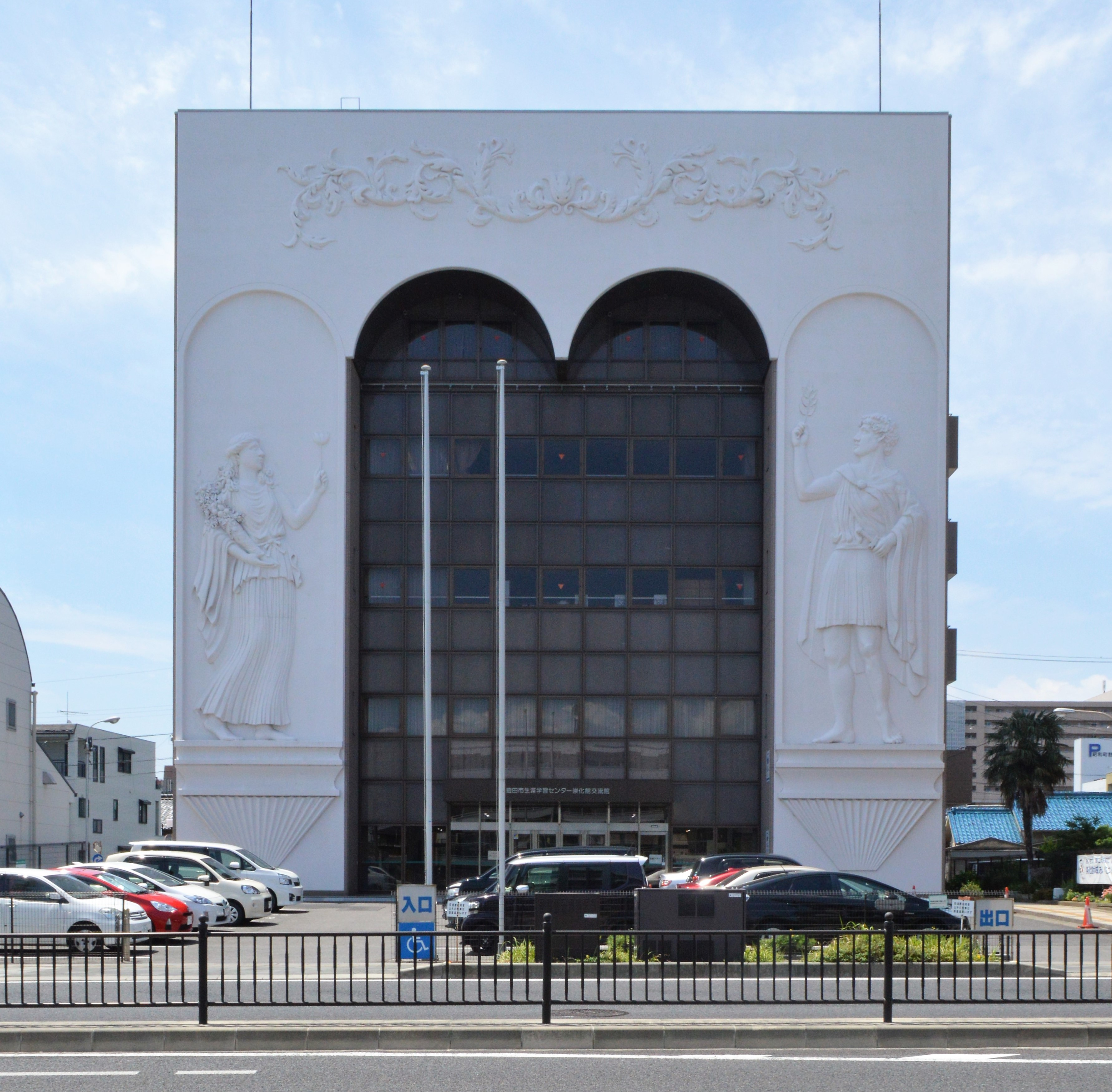
崇化館交流館 （2017年（平成29年）6月）
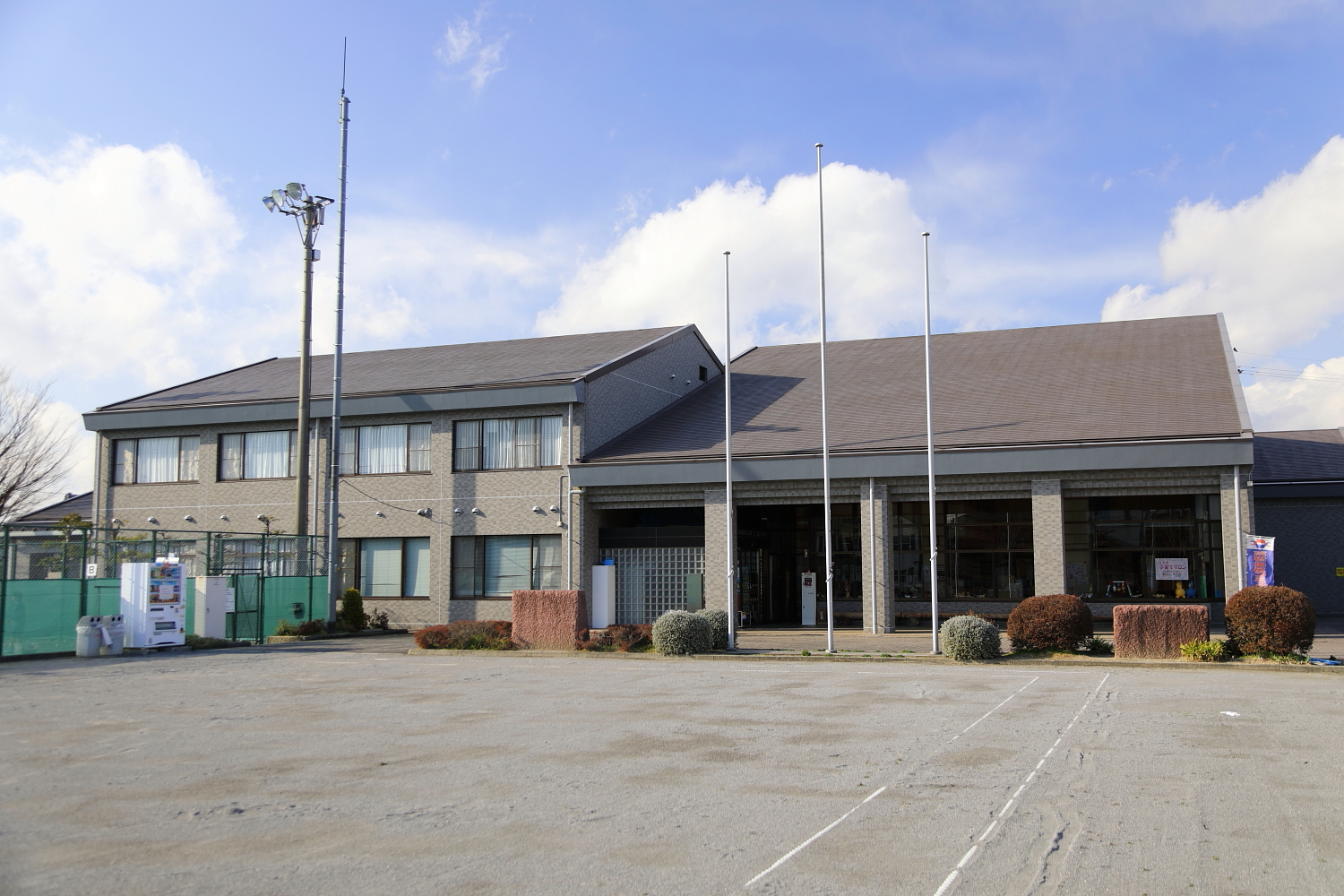
高橋交流館 （2019年（平成31年）3月）
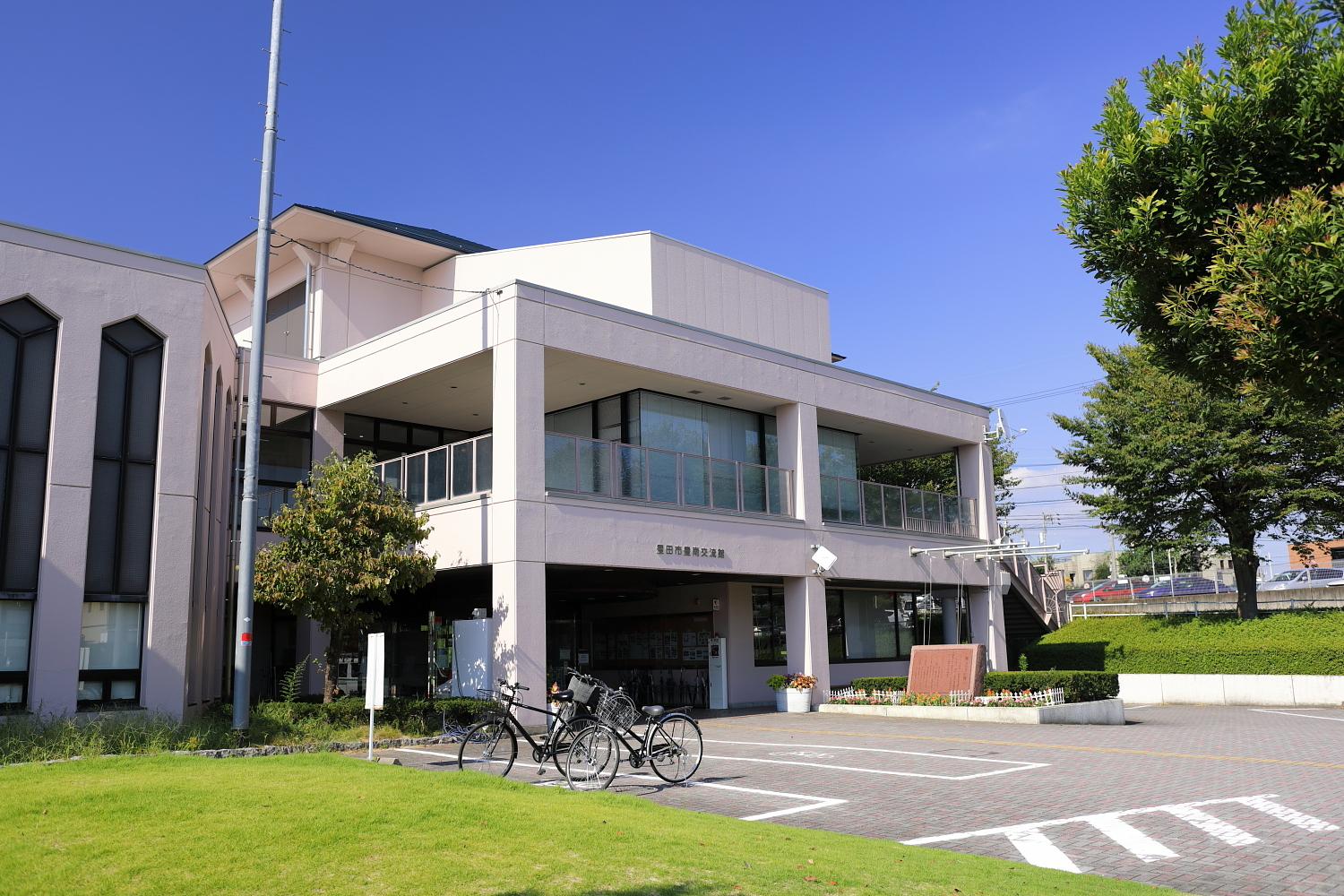
豊南交流館 （2019年（令和元年）9月）
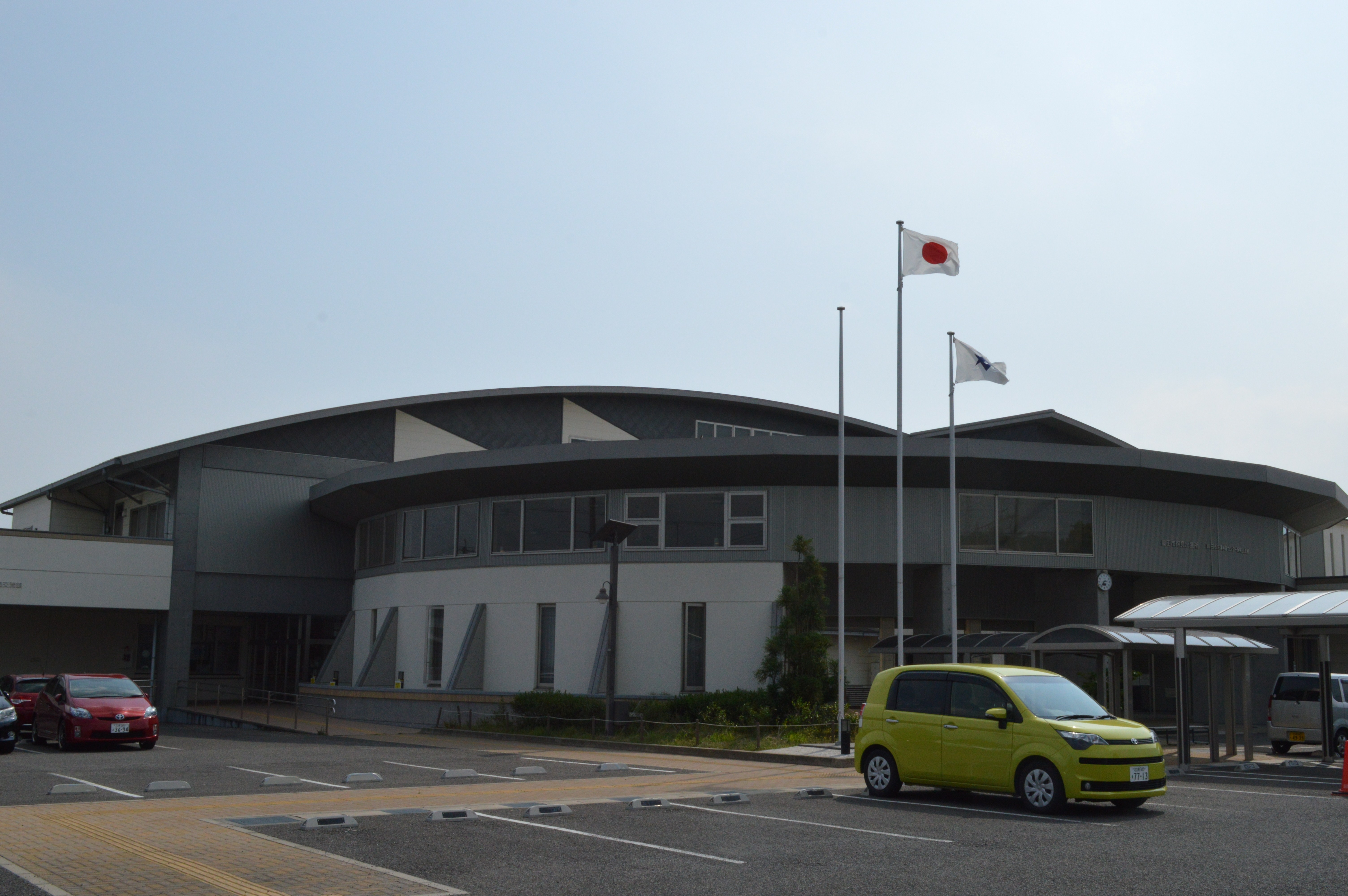
保見交流館 （2017年（平成29年）5月）
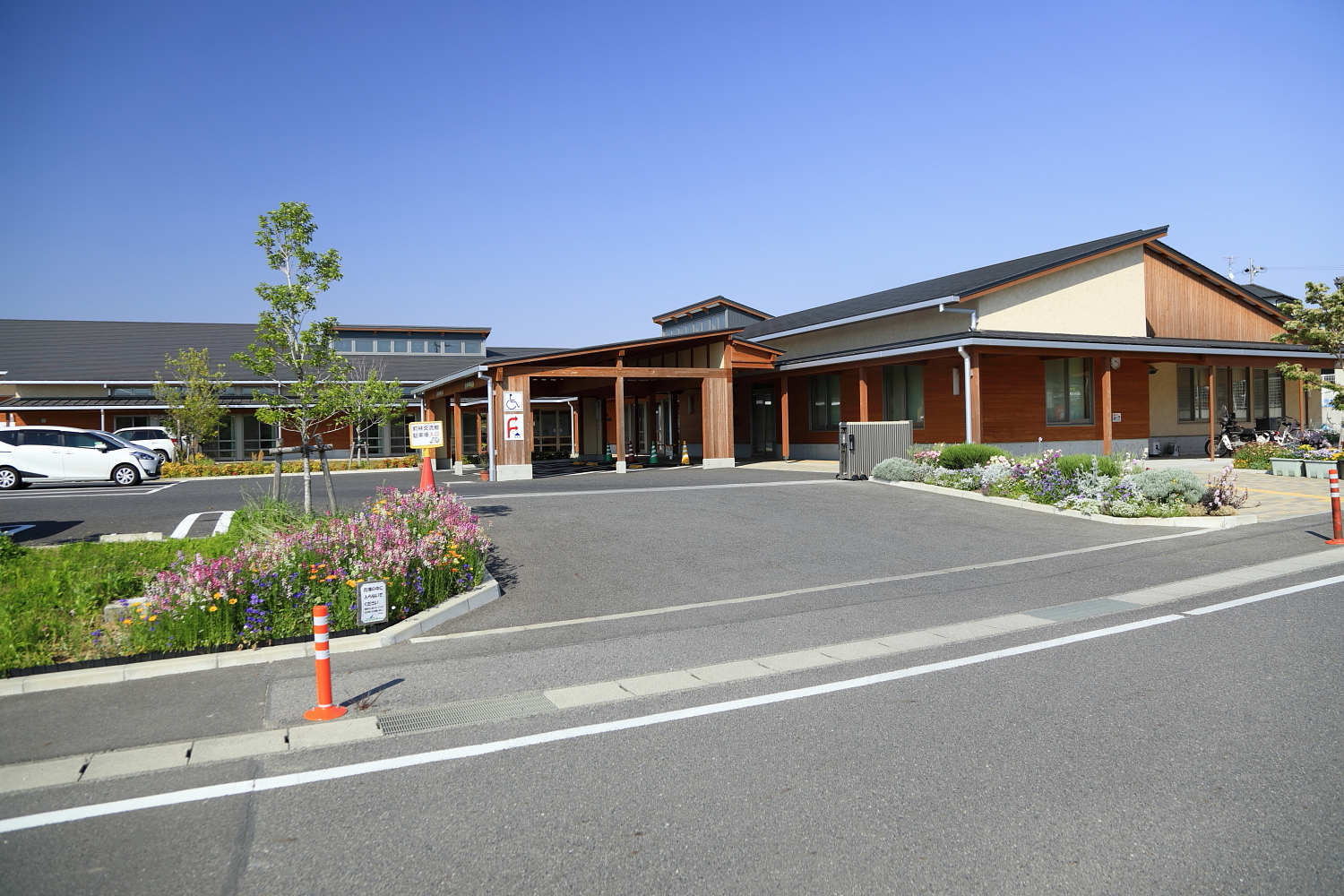
前林交流館 （2019年（令和元年）5月）
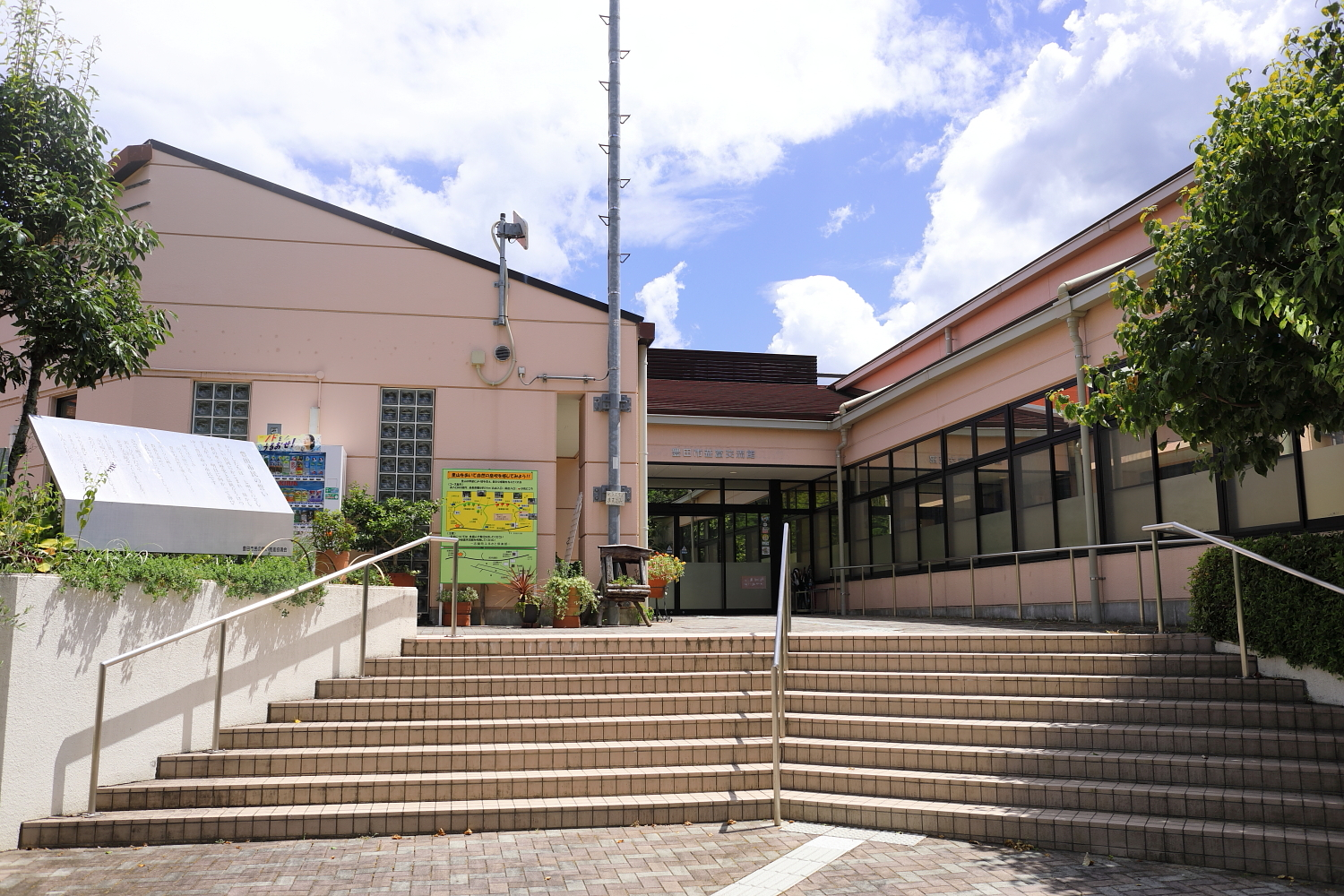
益富交流館 （2019年（令和元年）8月）
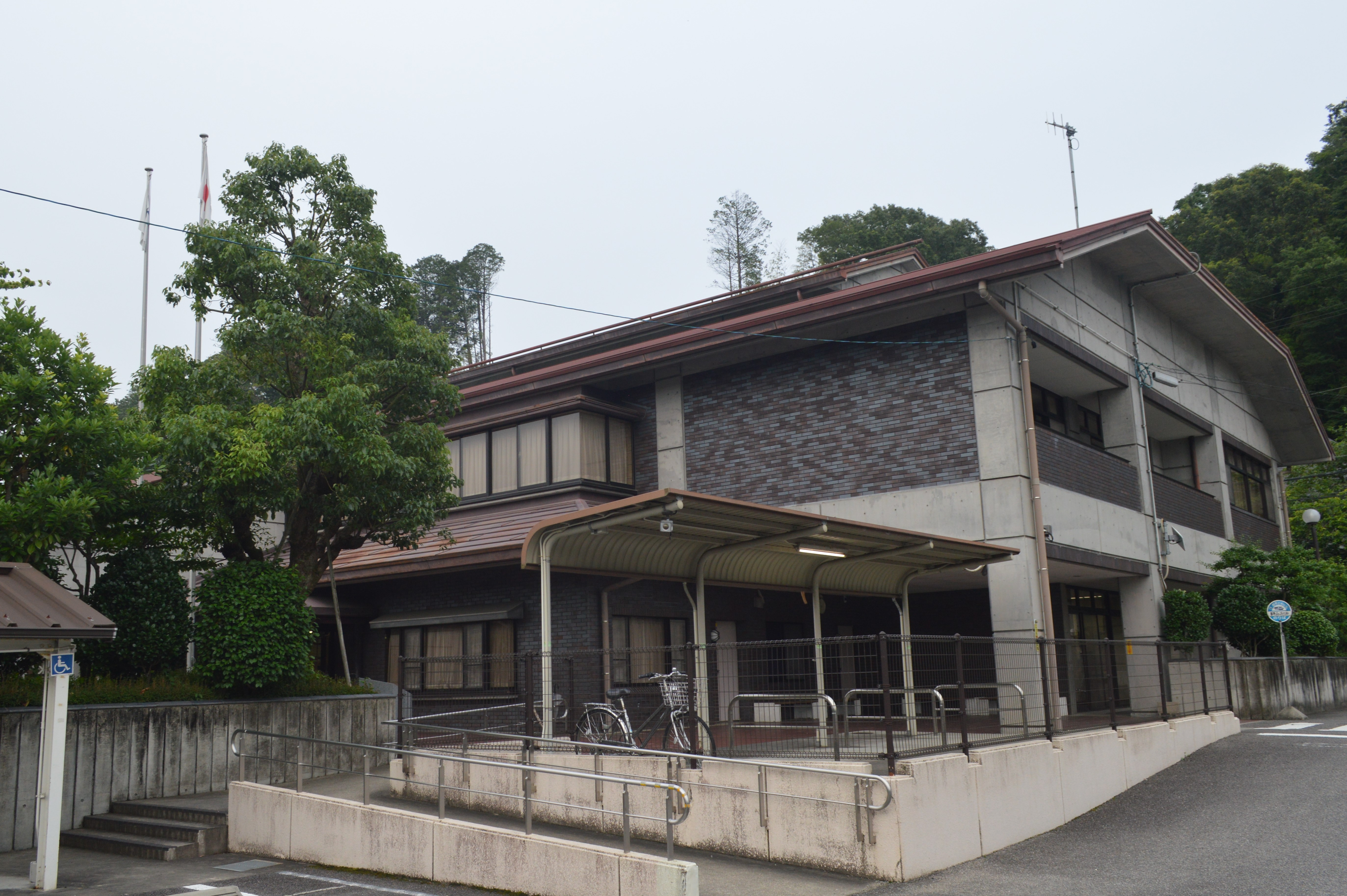
松平交流館・松平コミュニティセンター （2019年（令和元年）7月）
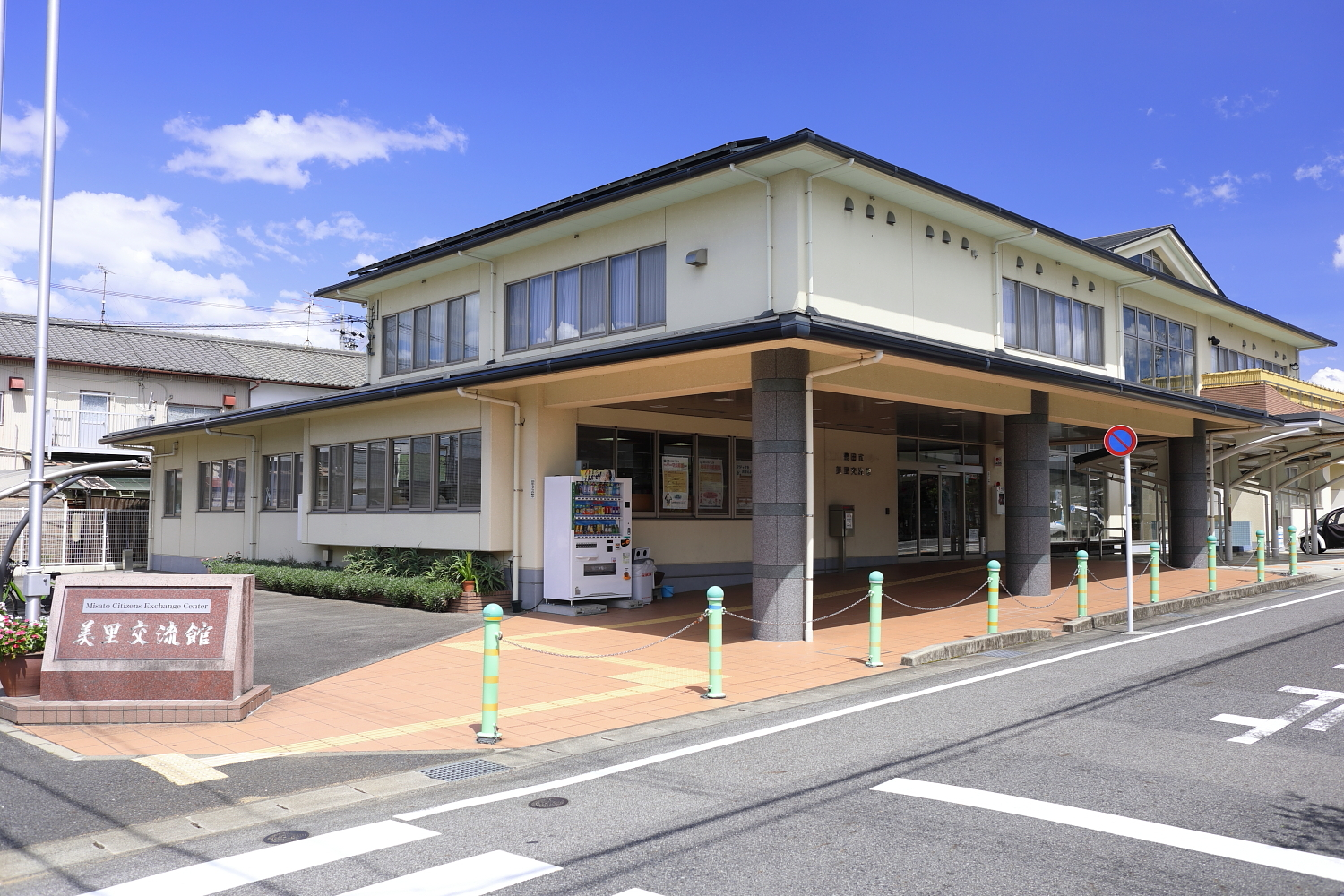
美里交流館 （2019年（令和元年）8月）
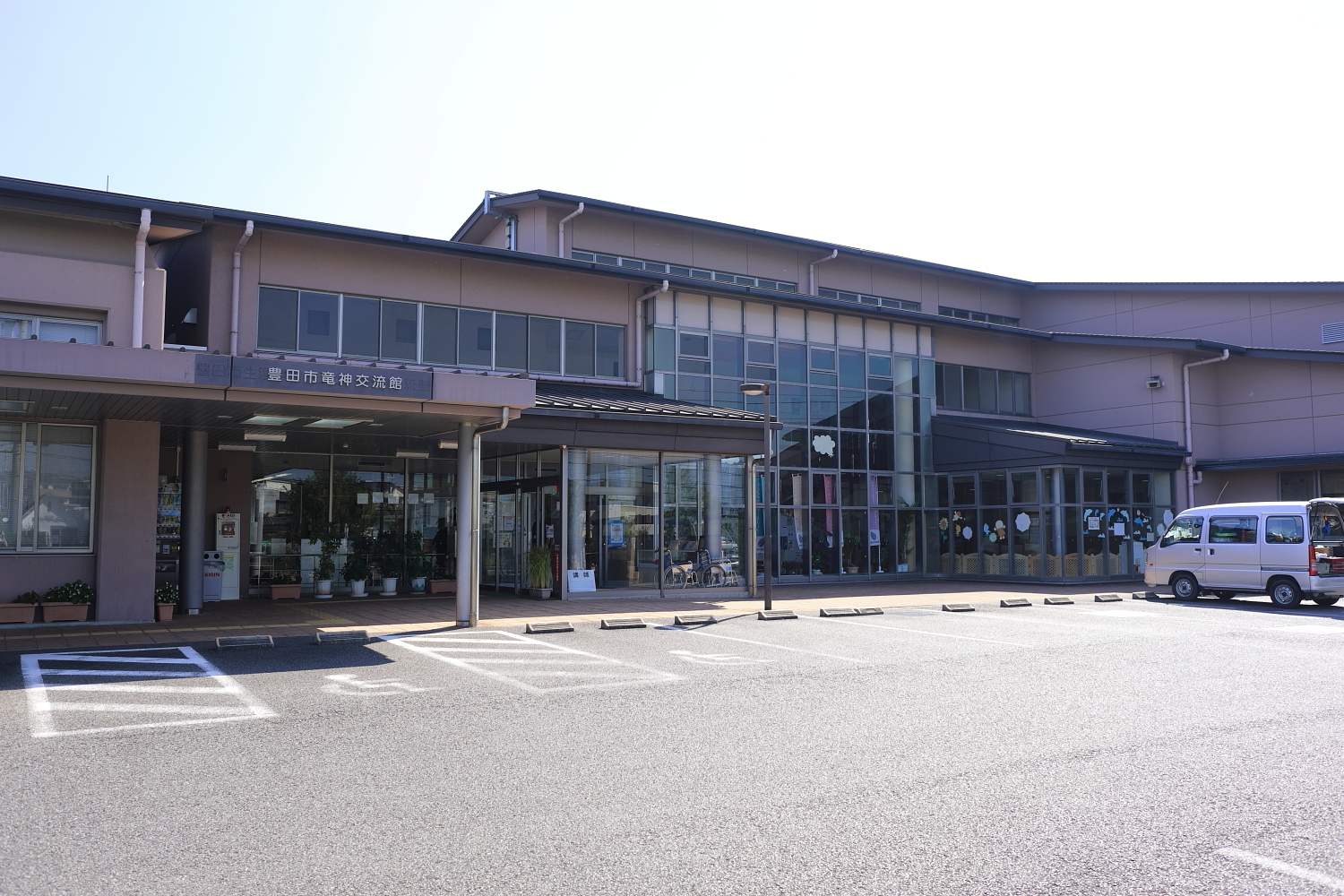
竜神交流館 （2019年（令和元年）9月）
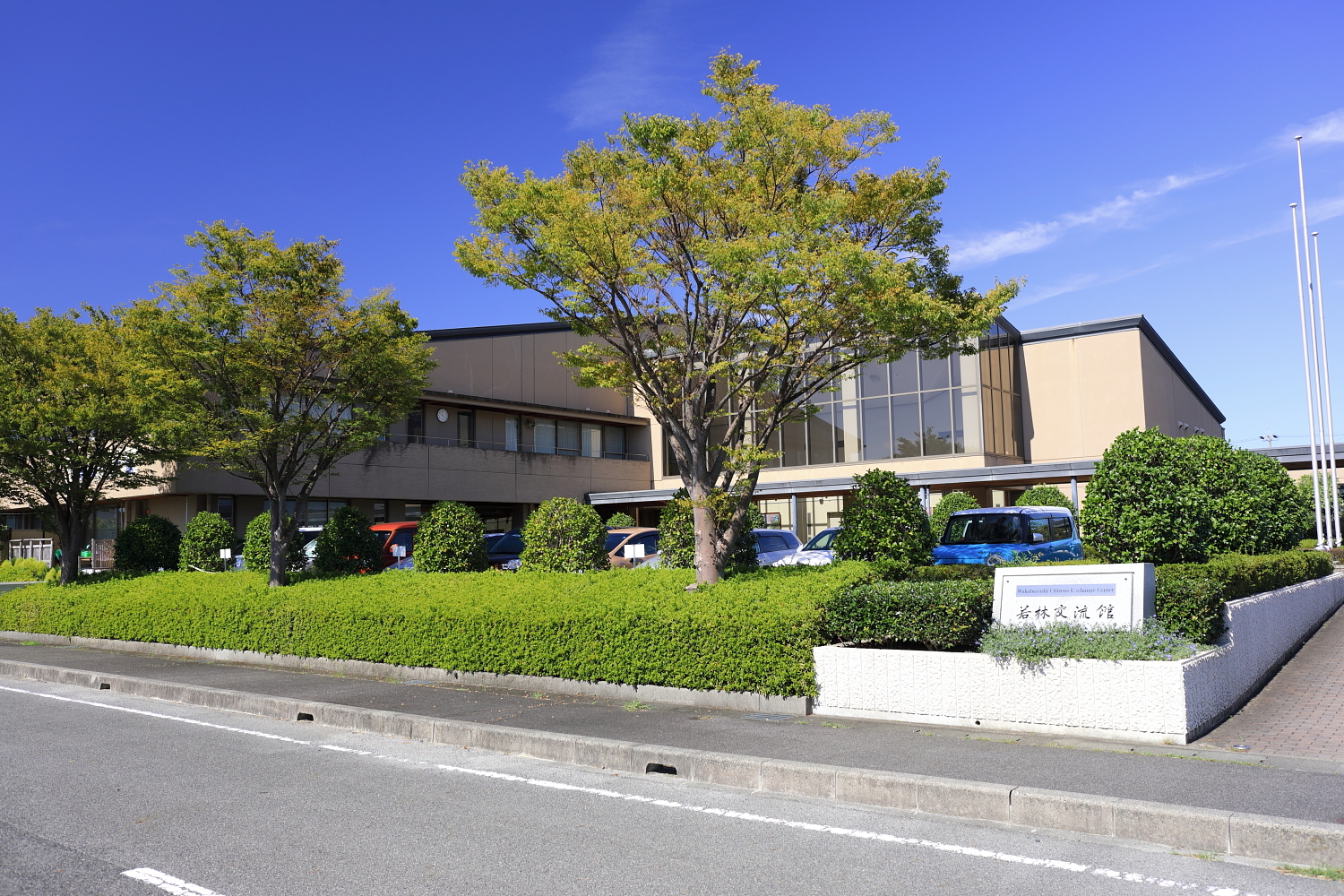
若林交流館 （2019年（令和元年）9月）
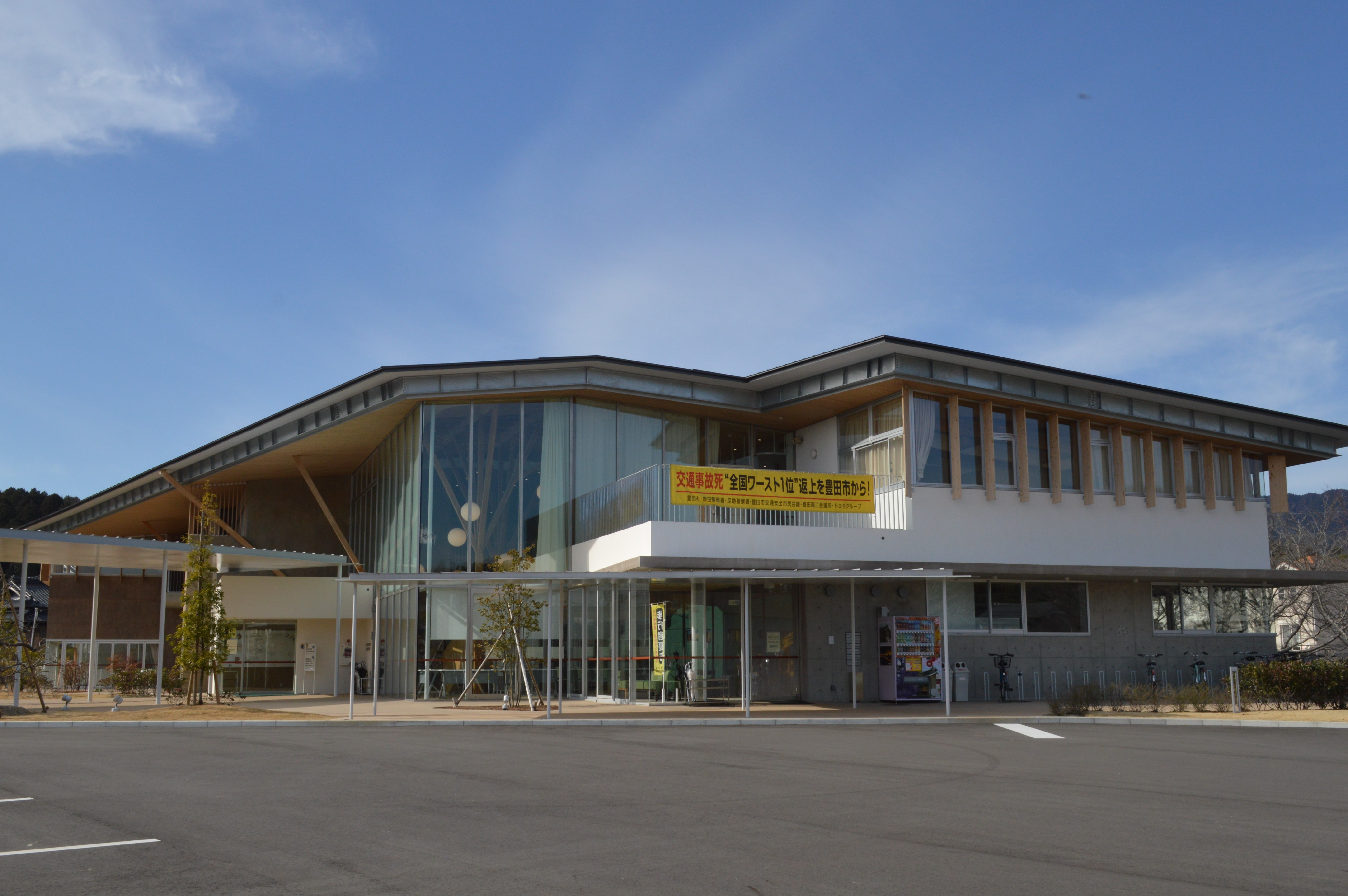
藤岡交流館 （2021年（令和3年）2月）
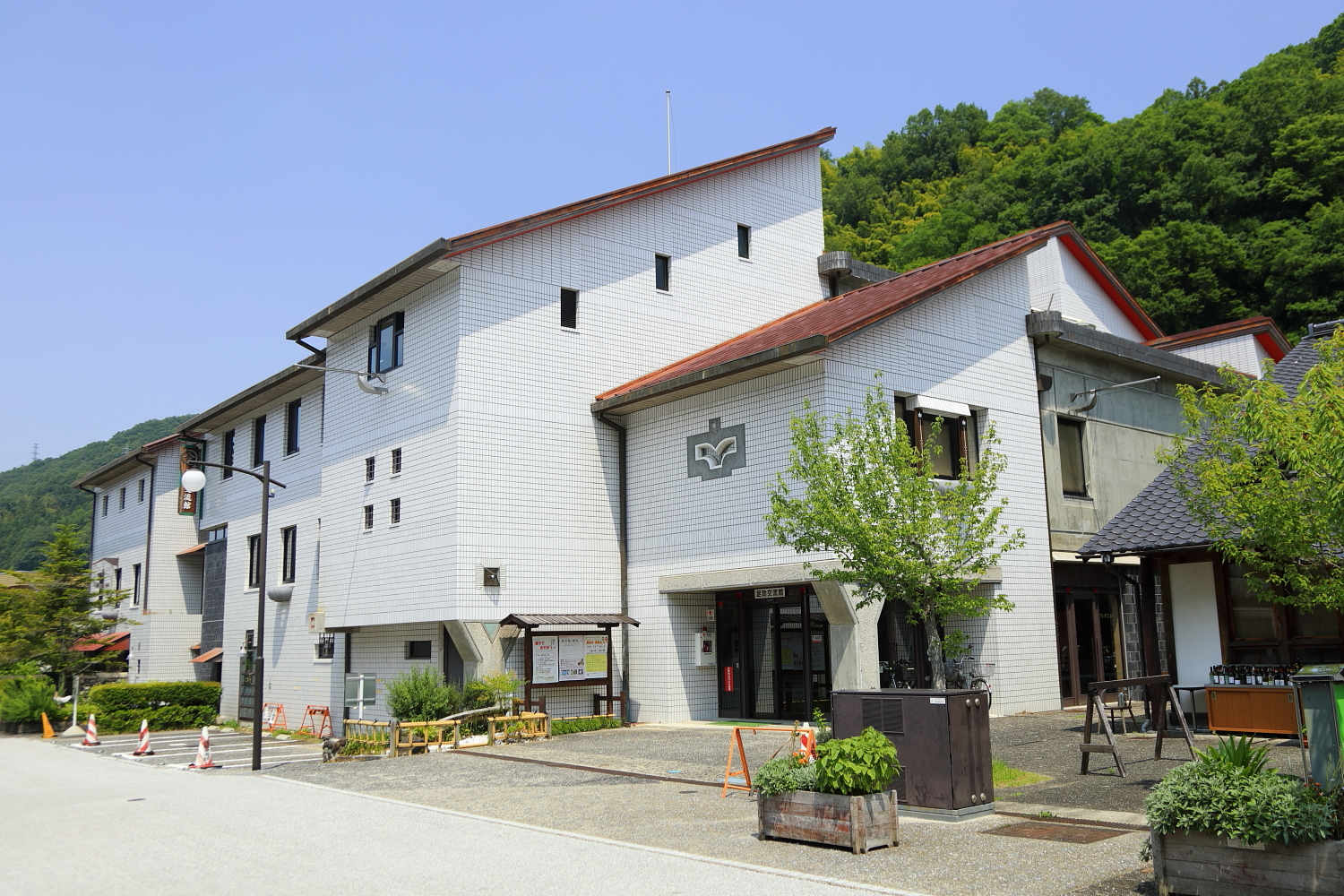
足助交流館 （2019年（令和元年）6月）
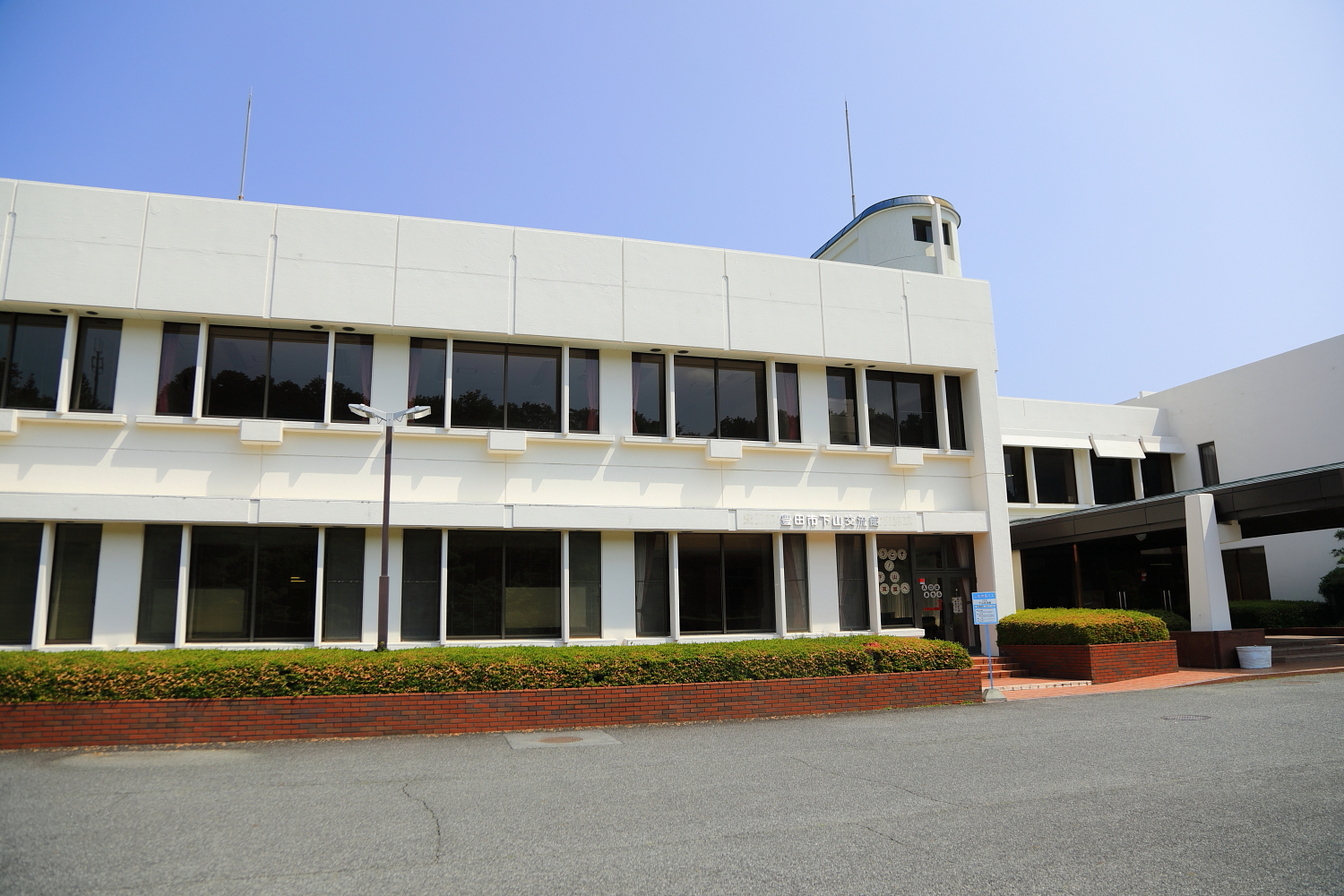
下山交流館 （2019年（令和元年）6月）
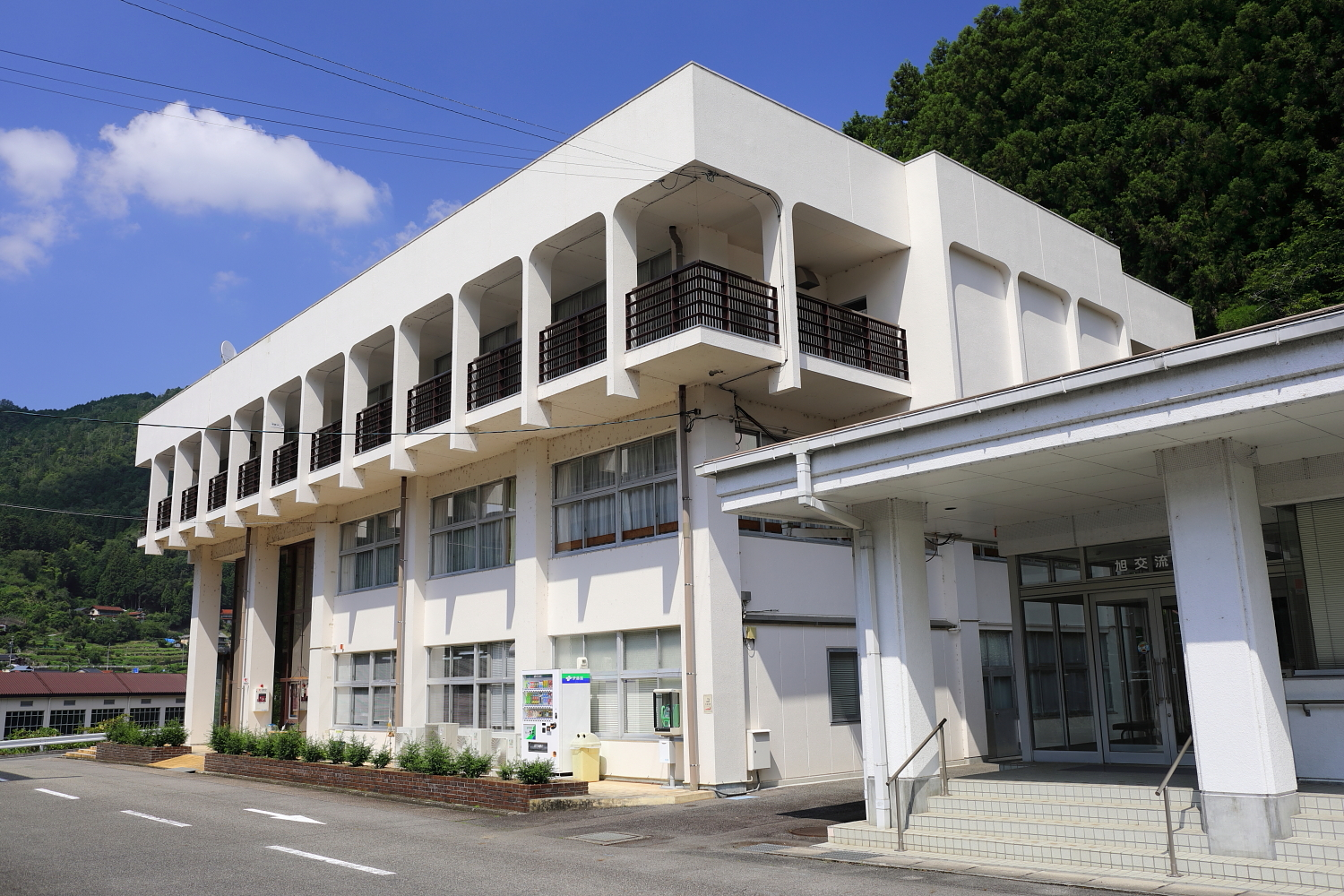
旭交流館 （2019年（令和元年）8月）
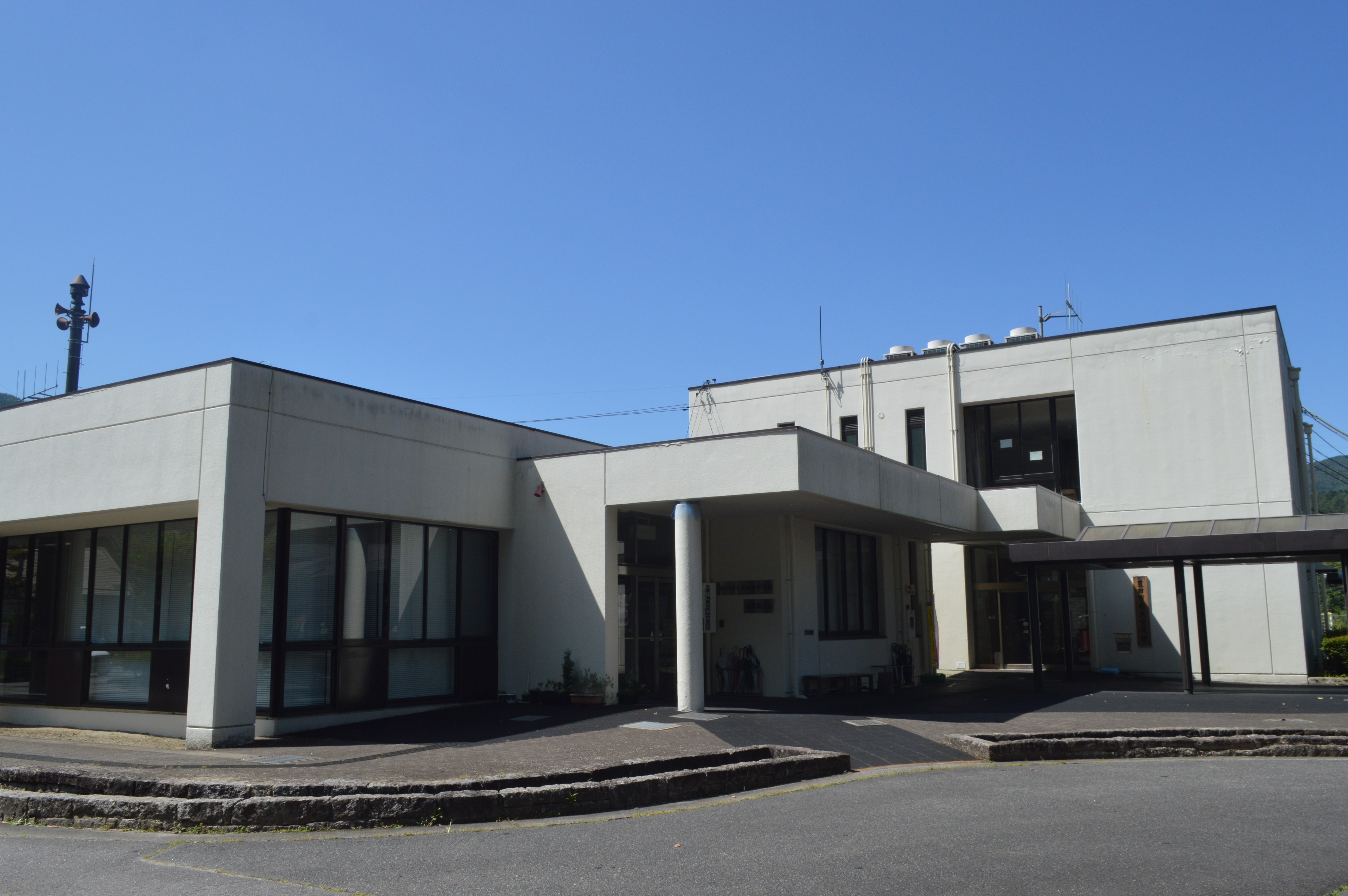
稲武交流館 （2019年（令和元年）9月）
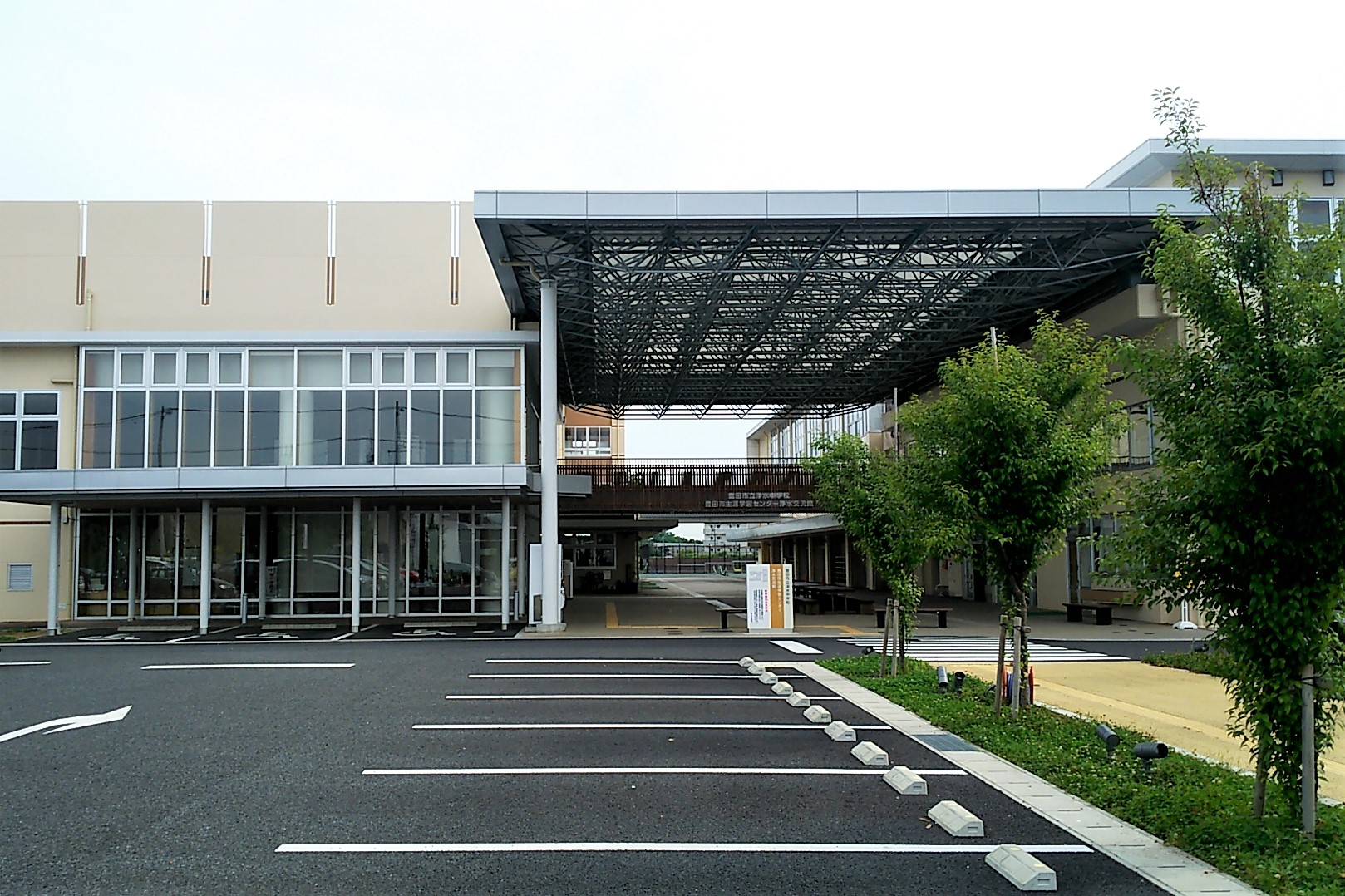
浄水交流館 （2018年（平成30年）6月）
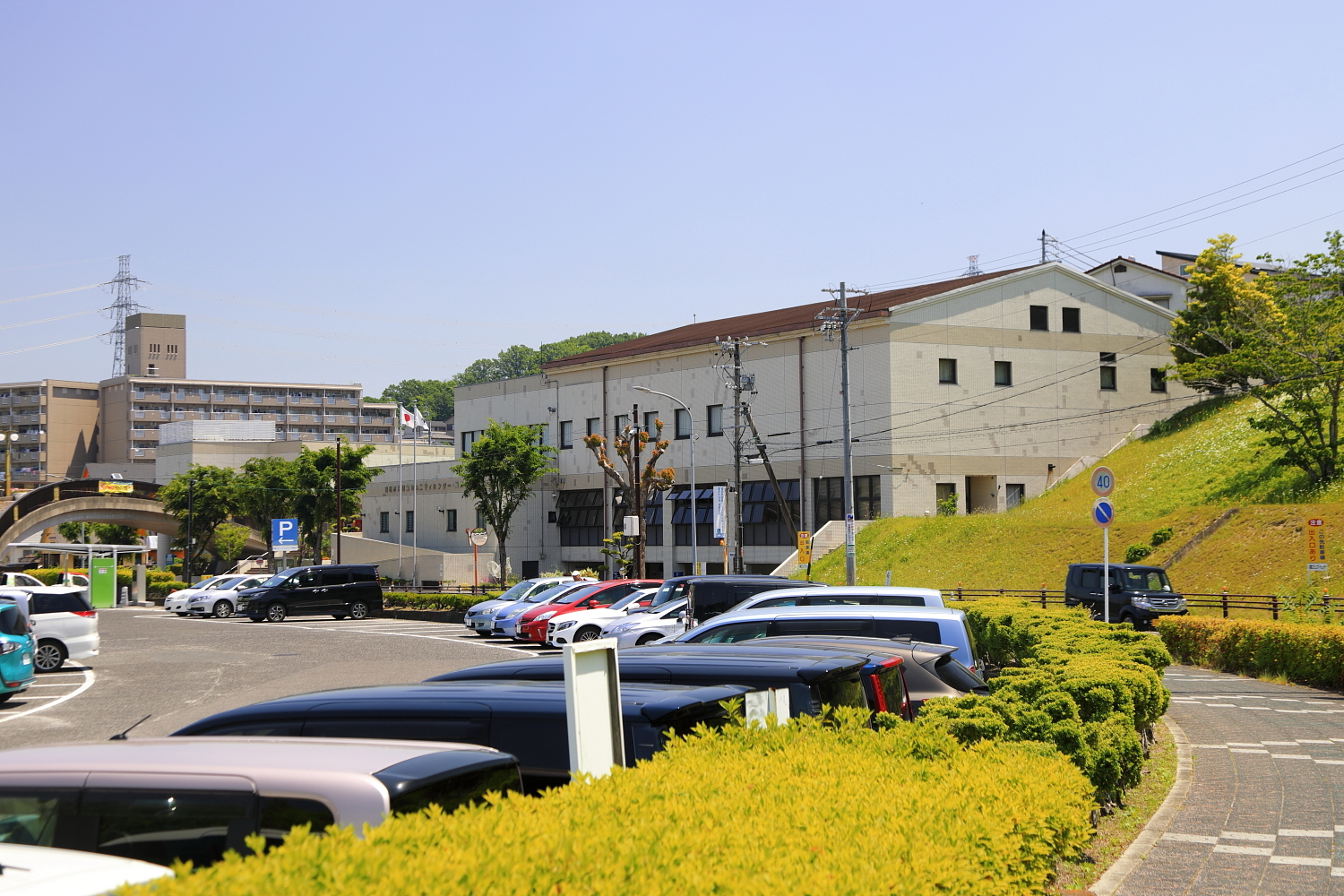
高橋コミュニティセンター （2019年（令和元年）5月）
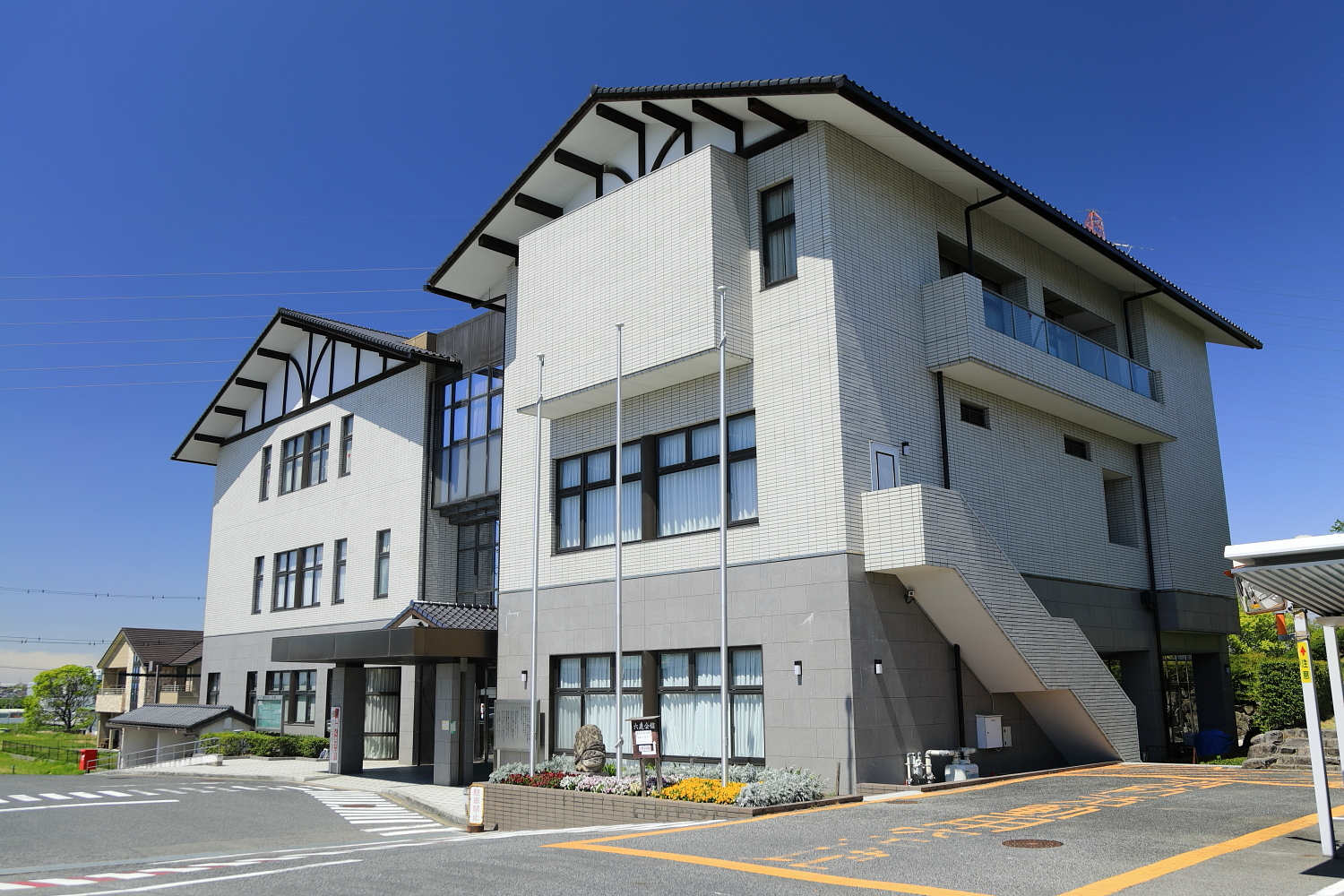
高岡コミュニティセンター （2019年（平成31年）4月）
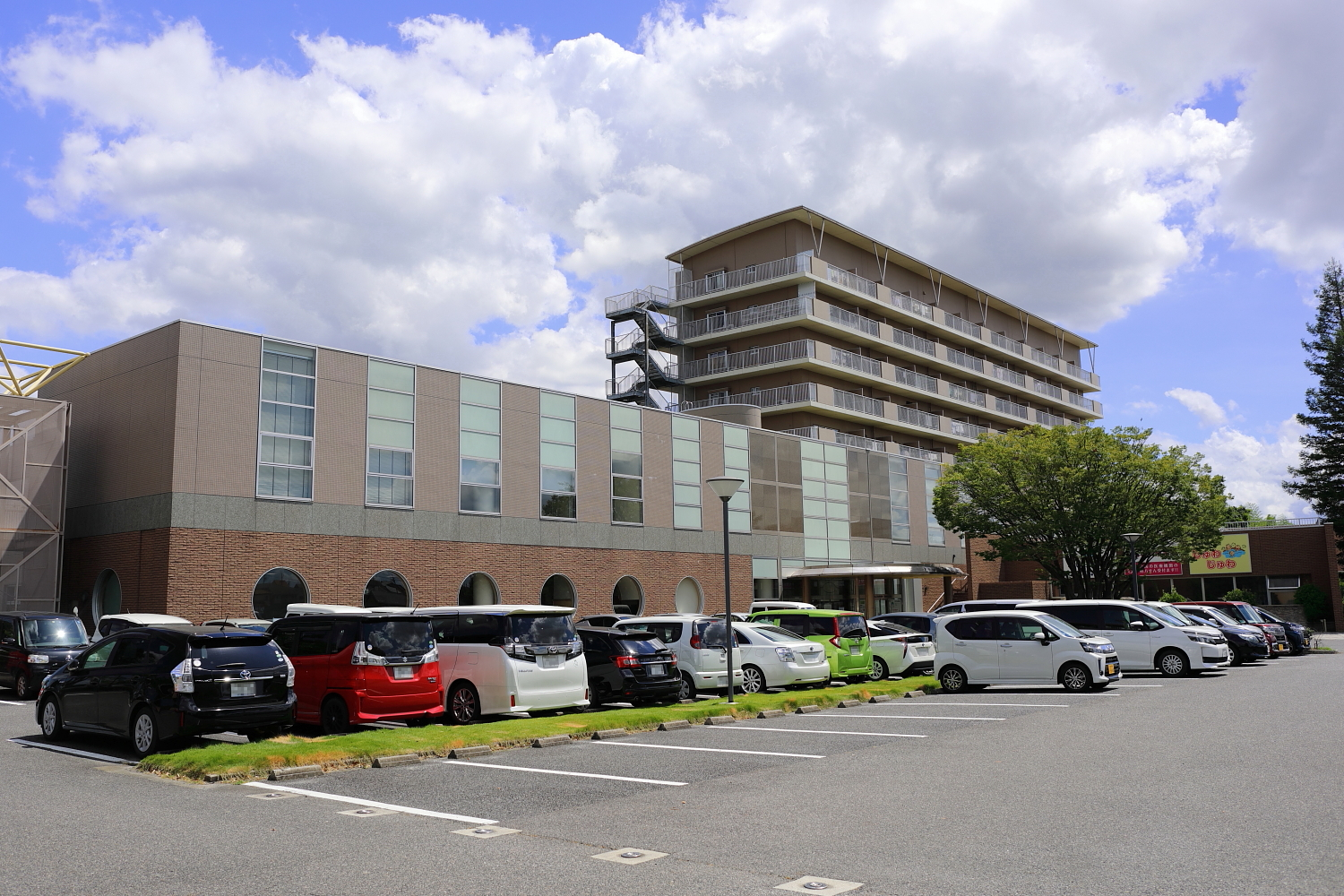
西部コミュニティセンター（豊田ほっとかん） （2019年（令和元年）8月）

#### 運動施設
体育館等
- 豊田スタジアム - 千石町
- スカイホール豊田（豊田市総合体育館・豊田市武道館） - 八幡町

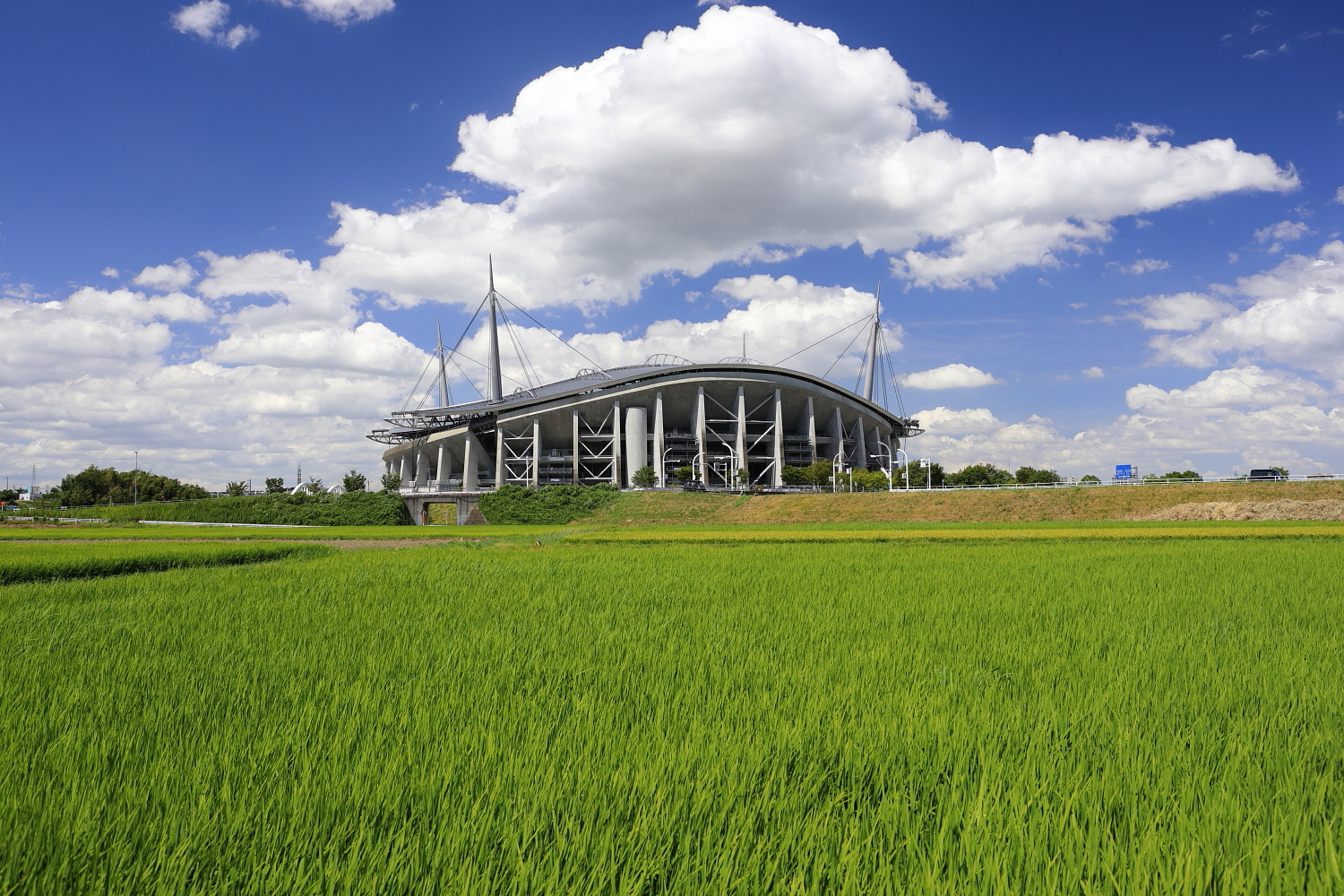
豊田スタジアム遠望 （2019年（令和元年）8月）
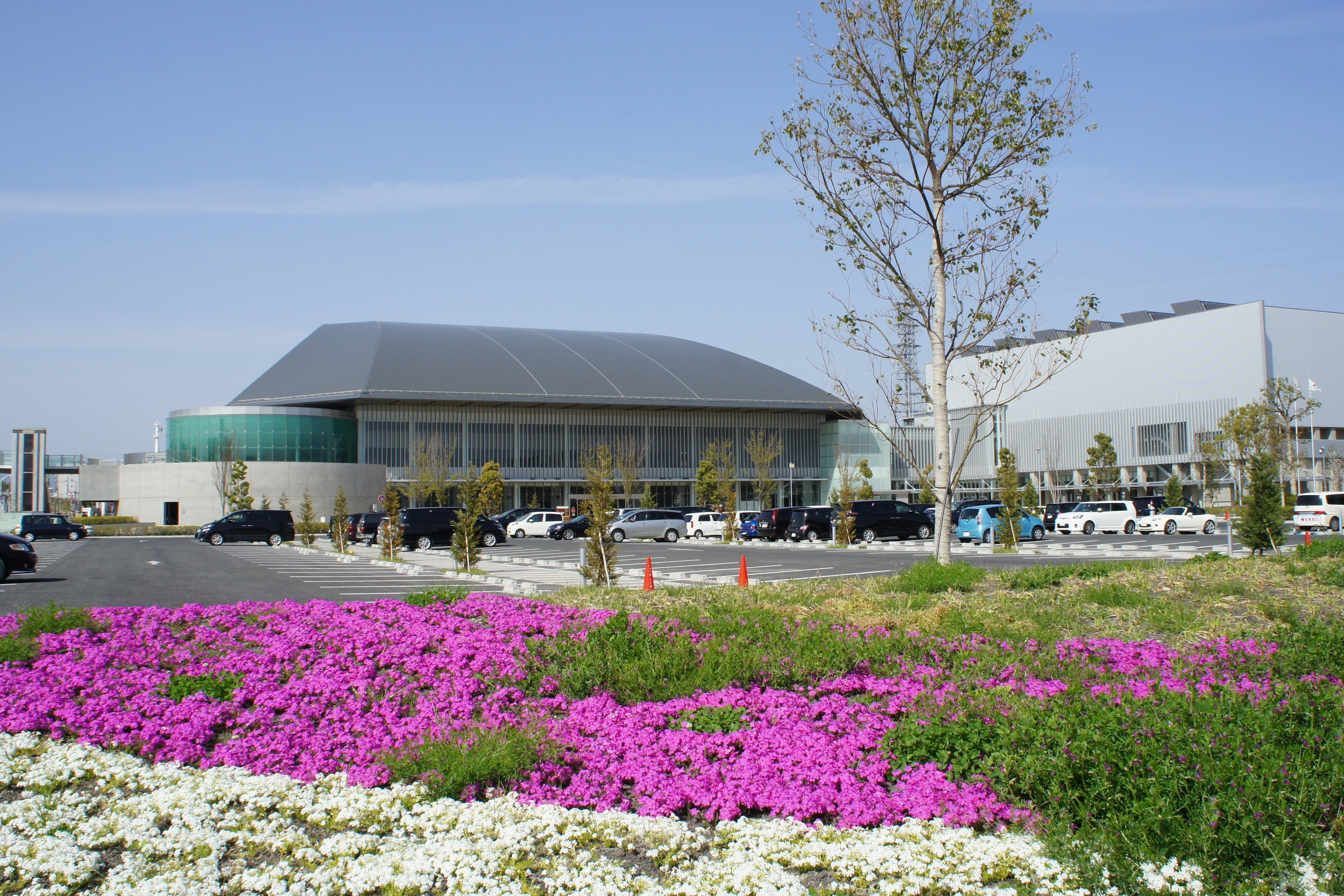
スカイホール豊田 （2012年（平成24年）4月）
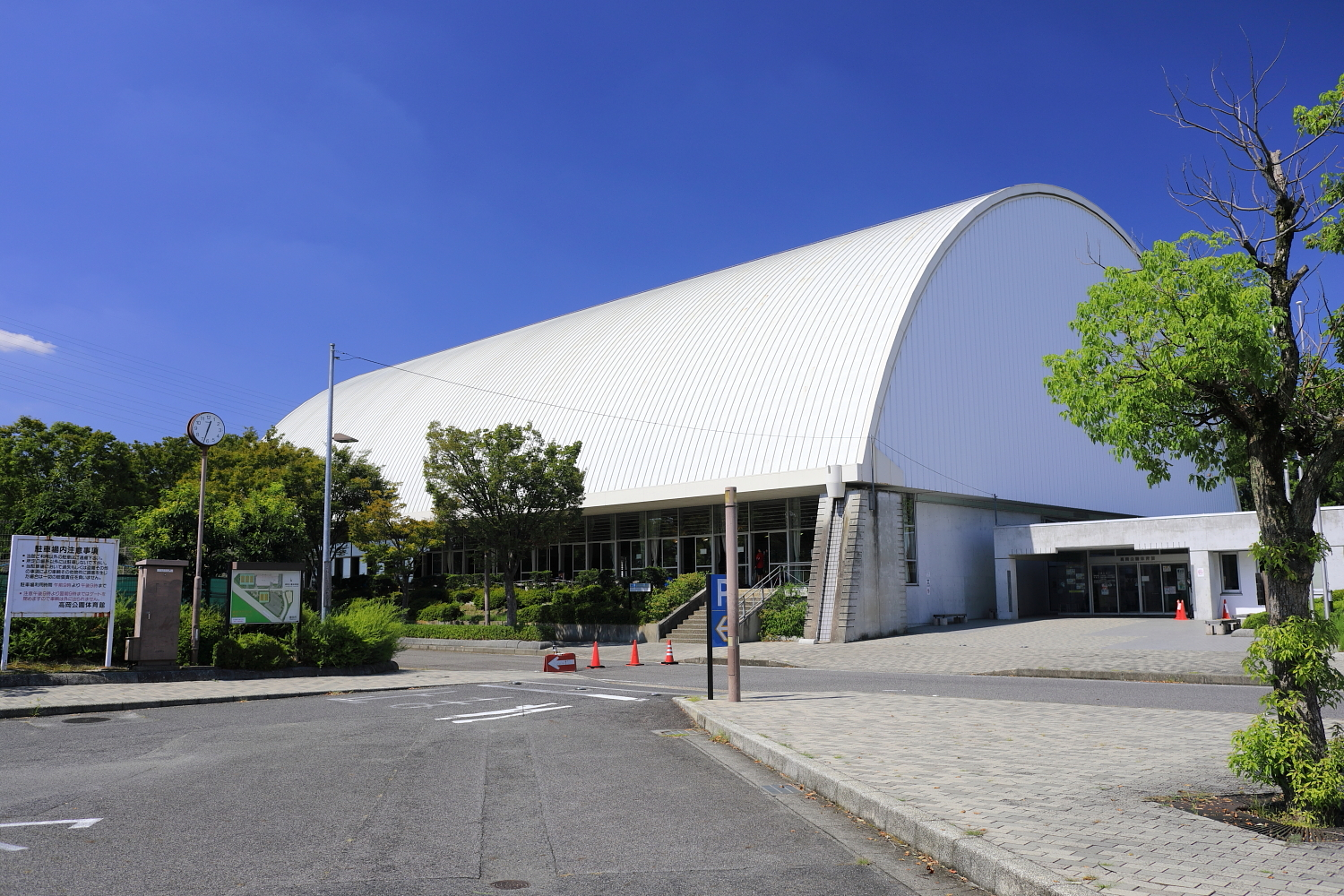
高岡公園体育館 （2019年（令和元年）9月）
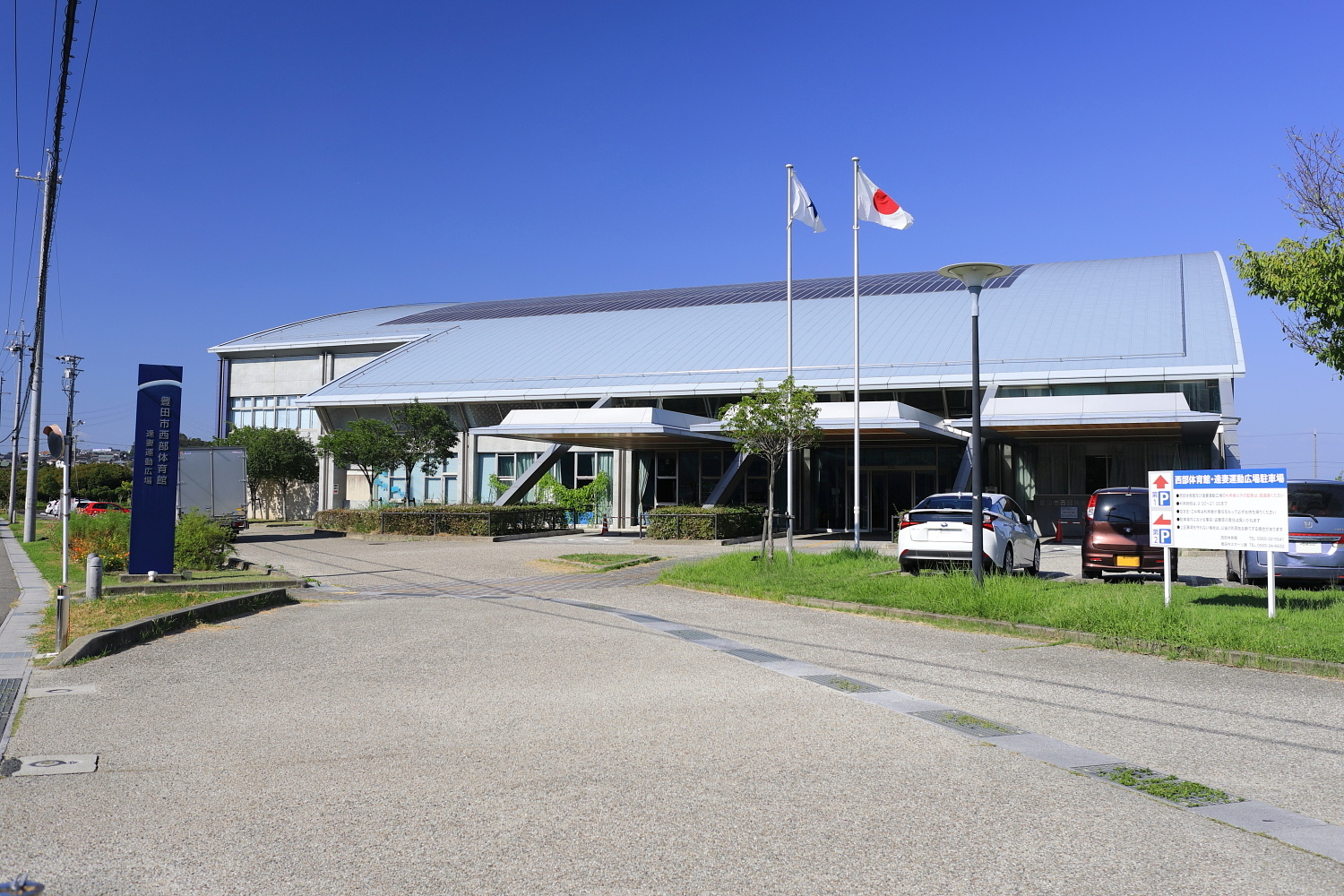
西部体育館 （2019年（令和元年）9月）
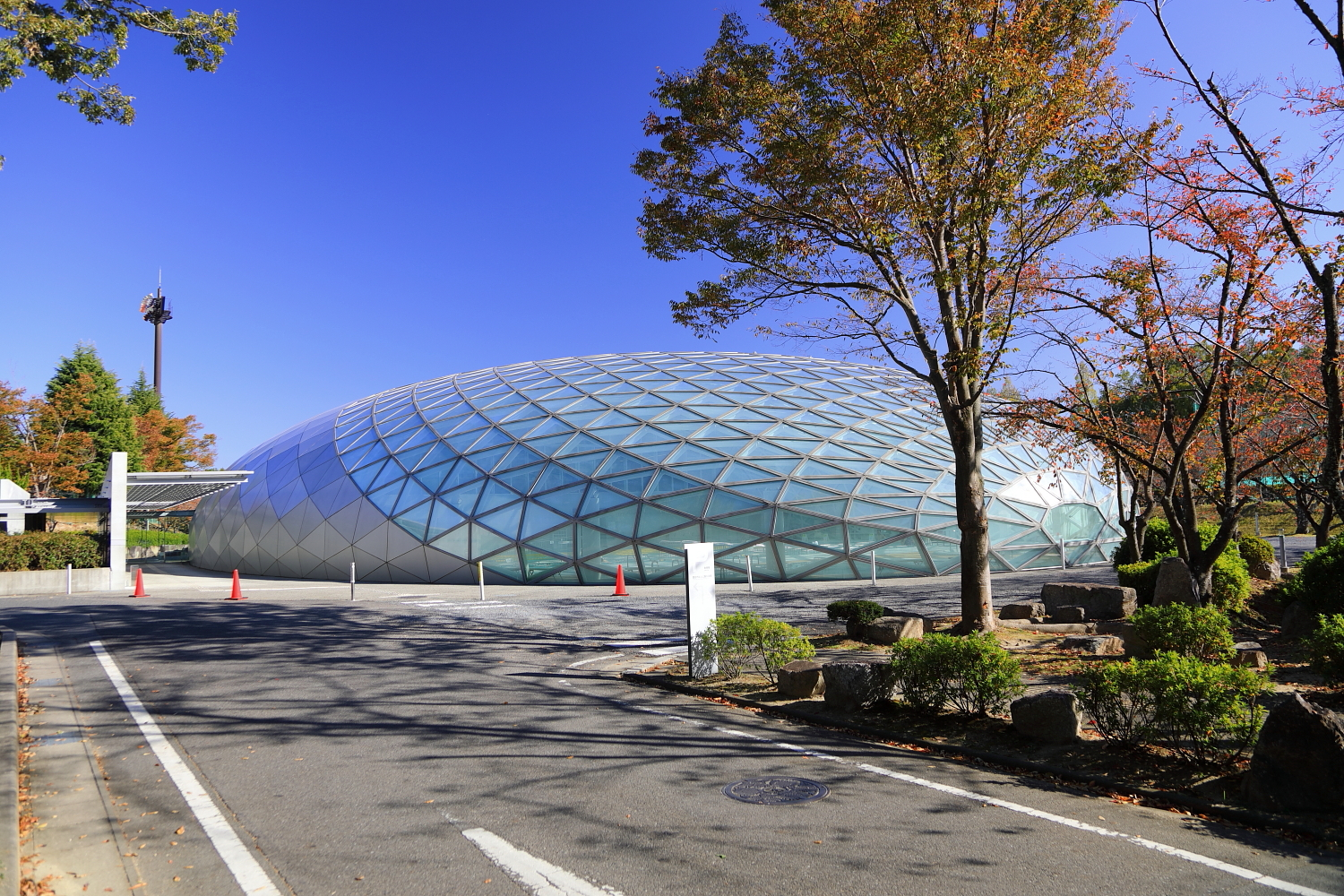
井上公園水泳場 （2018年（平成30年）11月）
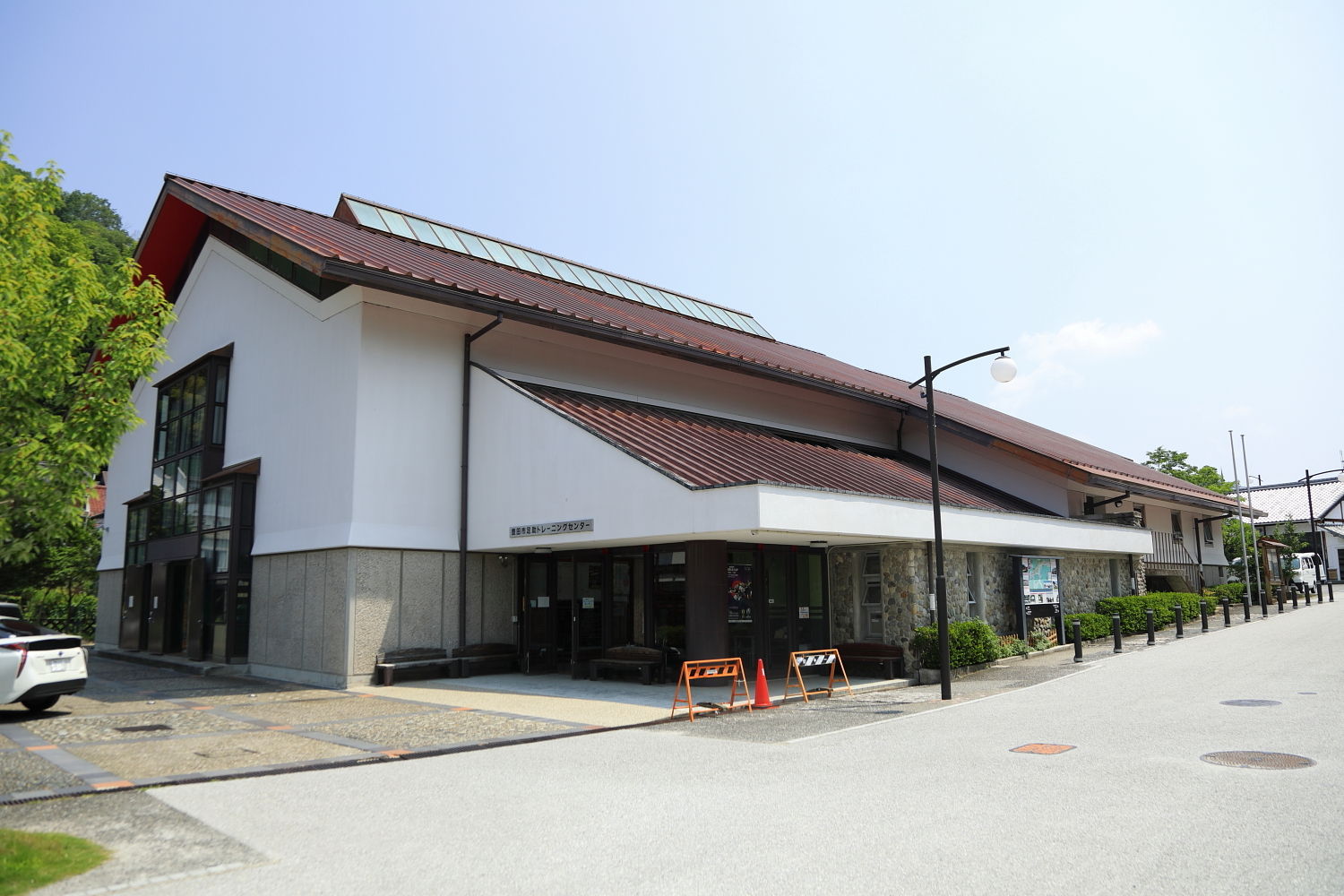
足助トレーニングセンター （2019年（令和元年）6月）
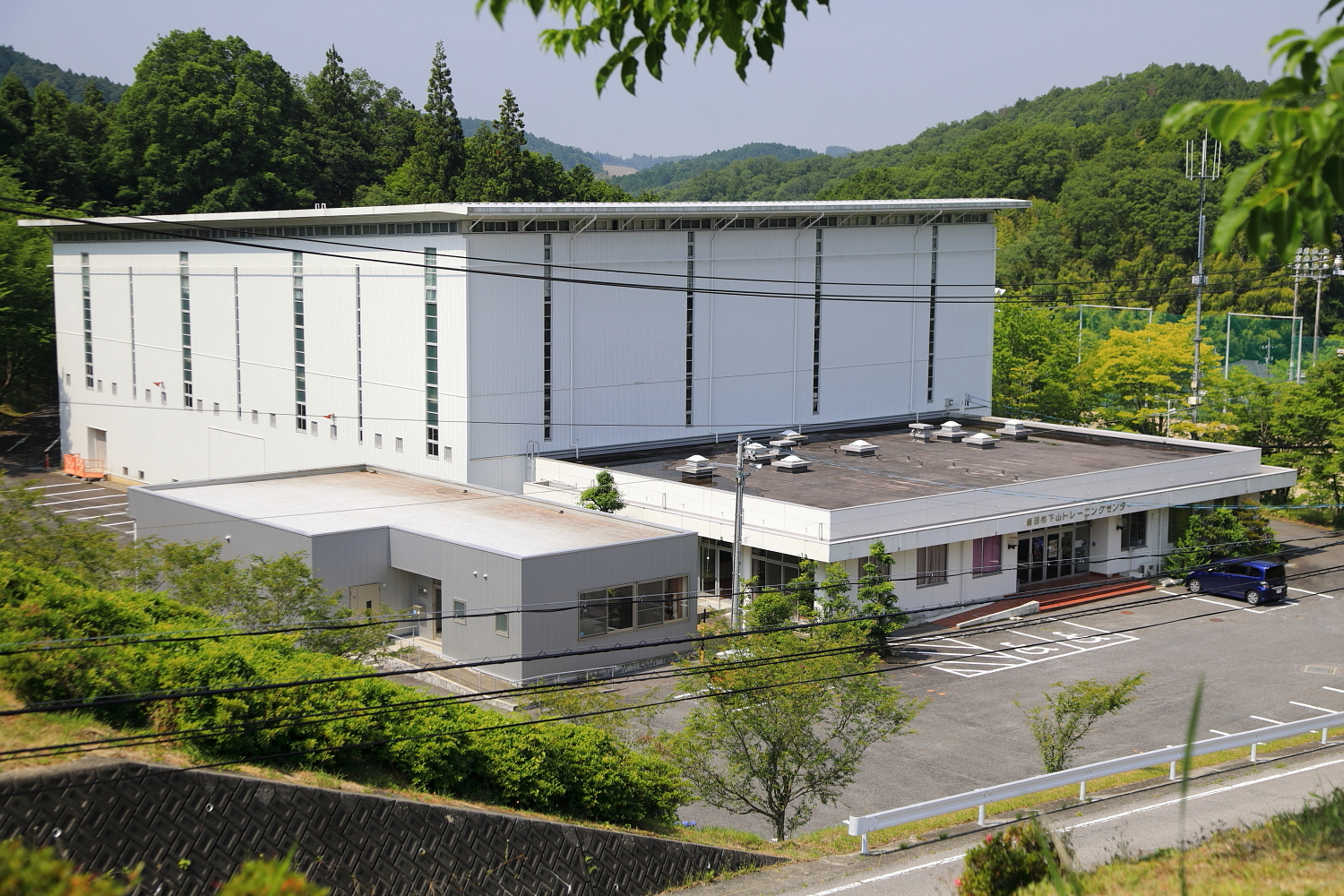
下山トレーニングセンター （2019年（令和元年）6月）
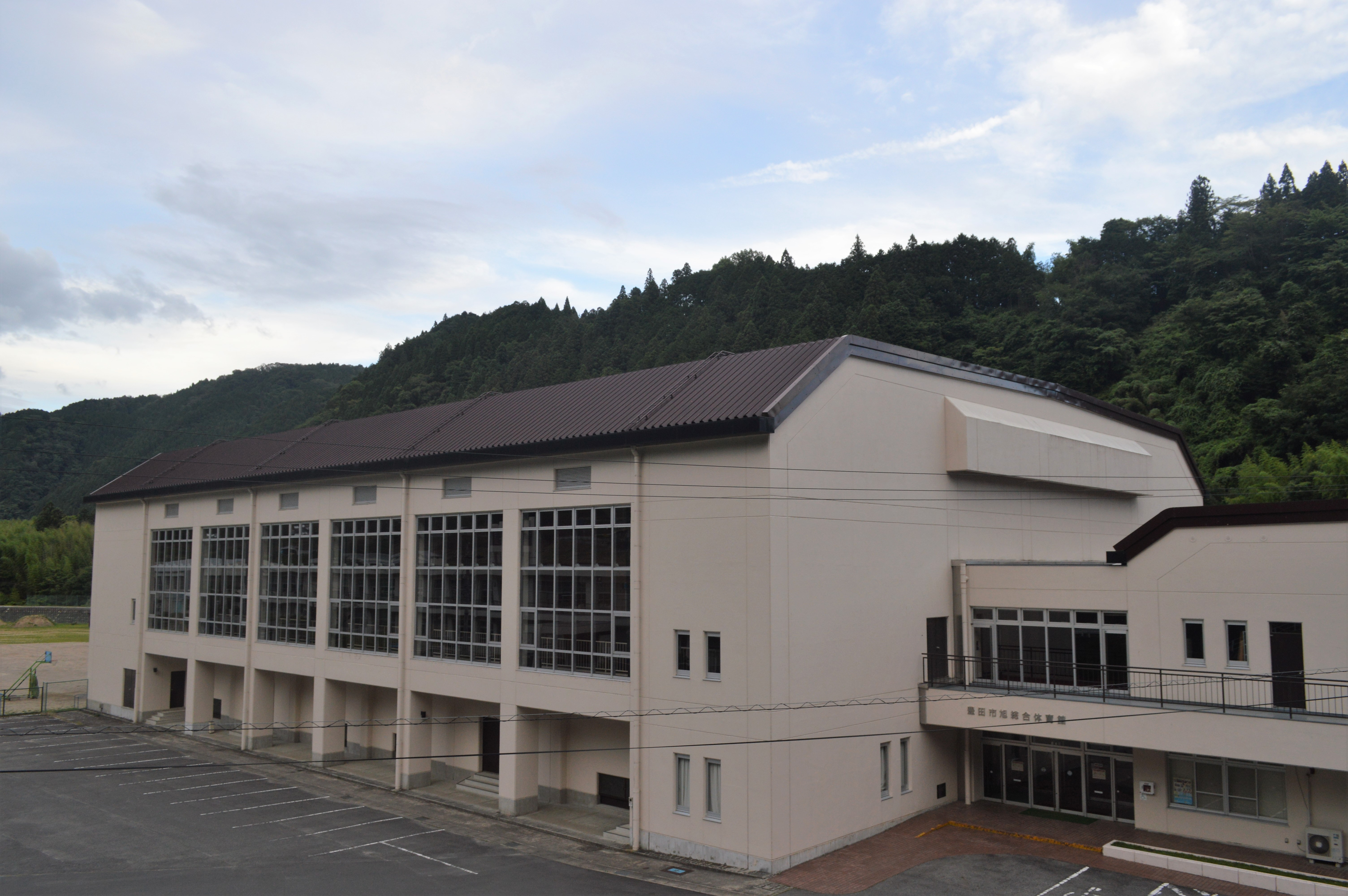
旭総合体育館 （2018年（平成30年）6月）

- トヨタスポーツセンター - 保見町
- 豊田市運動公園 - 高町
- 東山体育センター - 宝来町
- 高岡公園体育館 - 中田町
- 柳川瀬公園体育館 - 畝部東町
- 西部体育館 - 西新町
- 旭総合体育館 - 下切町
- 逢妻運動広場 - 西新町
- 高橋運動広場 - 高橋町
- 松平運動広場 - 大内町
- 保見運動広場 - 保見ケ丘
- 石野運動広場 - 東広瀬町
- 東山運動広場 - 宝来町
- 古瀬間運動広場 - 古瀬間町
- 若園運動広場 - 吉原町
- 岩倉運動広場 - 岩倉町
- 末野原運動広場 - 豊栄町
- 高岡公園グラウンド - 中田町
- 藤岡体育センター - 藤岡飯野町
- 藤岡テニスコート - 藤岡飯野町
- 藤岡運動広場 - 折平町
- 藤岡総合グラウンド野球場 - 木瀬町
- 藤岡山村広場 - 白川町
- 足助トレーニングセンター - 足助町
- 足助グラウンド - 足助町
- 足助テニスコート - 足助町
- 足助農山村広場 - 大蔵町
- 下山トレーニングセンター - 大沼町
- 下山運動場 - 大沼町
- 稲武夏焼グラウンド - 夏焼町
- 小原トレーニングセンター - 市場町
- 井上公園水泳場 - 井上町
- 豊田スタジアムプール（豊田スタジアム内）
- 毘森公園水泳場 - 小坂町
- 豊田地域文化広場プール - 西田町
- 加茂川公園プール - 東山町
- 足助プール - 足助町
- 下山西部プール - 下山田代町

- 豊田スタジアム遠望
（2019年（令和元年）8月）
- スカイホール豊田
（2012年（平成24年）4月）
- 高岡公園体育館
（2019年（令和元年）9月）
- 西部体育館
（2019年（令和元年）9月）
- 井上公園水泳場
（2018年（平成30年）11月）
- 足助トレーニングセンター
（2019年（令和元年）6月）
- 下山トレーニングセンター
（2019年（令和元年）6月）
- 旭総合体育館
（2018年（平成30年）6月）

ゴルフ場
- 稲武OGMカントリークラブ
- 小原カントリークラブ
- 加茂ゴルフ倶楽部
- 京和カントリー倶楽部
- ゴルフ倶楽部大樹旭コース
- ゴルフ倶楽部大樹豊田コース
- 笹戸カントリークラブ
- さなげカントリークラブ
- セントクリークゴルフクラブ
- 中京ゴルフ倶楽部石野コース
- 貞宝カントリークラブ
- 豊田カントリー倶楽部
- 名古屋グリーンカントリークラブ
- 名古屋広幡ゴルフコース
- 南山カントリークラブ
- パインズゴルフクラブ
- 東名古屋カントリークラブ
- 藤岡カントリークラブ
- 藤岡ショートコース
- ロイヤルカントリークラブ下山コース

## 対外関係

### 姉妹都市･提携都市

#### 海外
姉妹都市
| 都市名             | 国名             | 地域名                            | 提携年月日                               |
| ------------------ | ---------------- | --------------------------------- | ---------------------------------------- |
| デトロイト市       | アメリカ合衆国   | ミシガン州                        | 1960年（昭和35年）9月21日 姉妹都市提携   |
| ベンド市           | アメリカ合衆国   | オレゴン州                        | 1997年（平成9年） 旧藤岡町と姉妹都市提携 |
| ダービー市         | イギリス連合王国 | イングランド王国 ダービーシャー州 | 1998年（平成10年）11月16日 姉妹都市提携  |
| 南ダービーシャー市 | イギリス連合王国 | イングランド王国 ダービーシャー州 | 1998年（平成10年）11月16日 姉妹都市提携  |

フレンドシップ相手国
2005年（平成17年）の愛知万博では「一市町村一国フレンドシップ事業」が行われた。名古屋市を除く愛知県内の市町村が120の万博公式参加国をフレンドシップ相手国として迎え入れた。
- アメリカ合衆国
- イギリス連合王国
- カザフスタン共和国
- スリランカ民主社会主義共和国
- 大韓民国

- ネパール連邦民主主義共和国
- パプアニューギニア独立国
- フィンランド共和国
- メキシコ合衆国
- ロシア連邦

その他
- イクレイ
持続可能性を目指す地方自治体による国際的な組織。愛知県と名古屋市も所属している。
- SDGs未来都市
自治体が持続可能な開発目標（SDGs）の達成に向けた取り組み・提案を行い、国に選定されたもの。2018年（平成30年）6月15日に指定された。

#### 国内
提携都市
| 都市名   | 都道府県 | 地方名   | 提携年月日                                                 |
| -------- | -------- | -------- | ---------------------------------------------------------- |
| 名古屋市 | 愛知県   | 中部地方 | 1986年（昭和61年）10月24日 ふれあい協定提携                |
| 中津川市 | 岐阜県   | 中部地方 | 1986年（昭和61年）10月24日 ふれあい協定提携                |
| 碧南市   | 愛知県   | 中部地方 | 1992年（平成4年）4月5日 旧小原村と文化スポーツ友好都市提携 |
| 清須市   | 愛知県   | 中部地方 | 1996年（平成8年） 旧旭町と旧新川町が姉妹町提携             |
| 金沢市   | 石川県   | 中部地方 | 2007年（平成19年）10月18日 観光交流都市提携締結            |

災害時相互応援協定
| 都市名         | 都道府県 | 地方名   | 提携年月日                                                  |
| -------------- | -------- | -------- | ----------------------------------------------------------- |
| 姫路市         | 兵庫県   | 近畿地方 | 1996年（平成8年）5月29日 榊原公ゆかり都市災害時相互応援協定 |
| 上越市         | 新潟県   | 中部地方 | 1996年（平成8年）5月29日 榊原公ゆかり都市災害時相互応援協定 |
| 館林市         | 群馬県   | 関東地方 | 1996年（平成8年）5月29日 榊原公ゆかり都市災害時相互応援協定 |
| 宮城郡七ケ浜町 | 宮城県   | 東北地方 | 2014年（平成26年）3月8日 災害時相互応援協定                 |

その他
- 外国人集住都市会議
静岡県浜松市が中心に呼びかけ、日本国内の外国人が多く住む街の自治体や国際交流協会などが集まり、外国人住民が多数居住する都市の行政と地域の国際交流のために設立された組織。
- 環境モデル都市
2009年（平成21年）1月22日 環境モデル都市指定。

### 国際機関

#### 領事館
名誉総領事館
- 在名古屋イギリス連合王国名誉領事館

## 経済
| 豊田商工会議所 |  | 豊田市の中心業務地区（CBD） |
| 豊田商工会議所 |  | 豊田市の中心業務地区（CBD） |

### 商工会議所・商工会
- 豊田商工会議所 - 小坂本町
- 愛知県商工会連合会豊田支部
  - 藤岡商工会 - 藤岡飯野町
  - 小原商工会 - 小原町
  - 足助商工会 - 足助町
  - 下山商工会 - 大沼町
  - 旭商工会 - 小渡町
  - 稲武商工会 - 稲武町

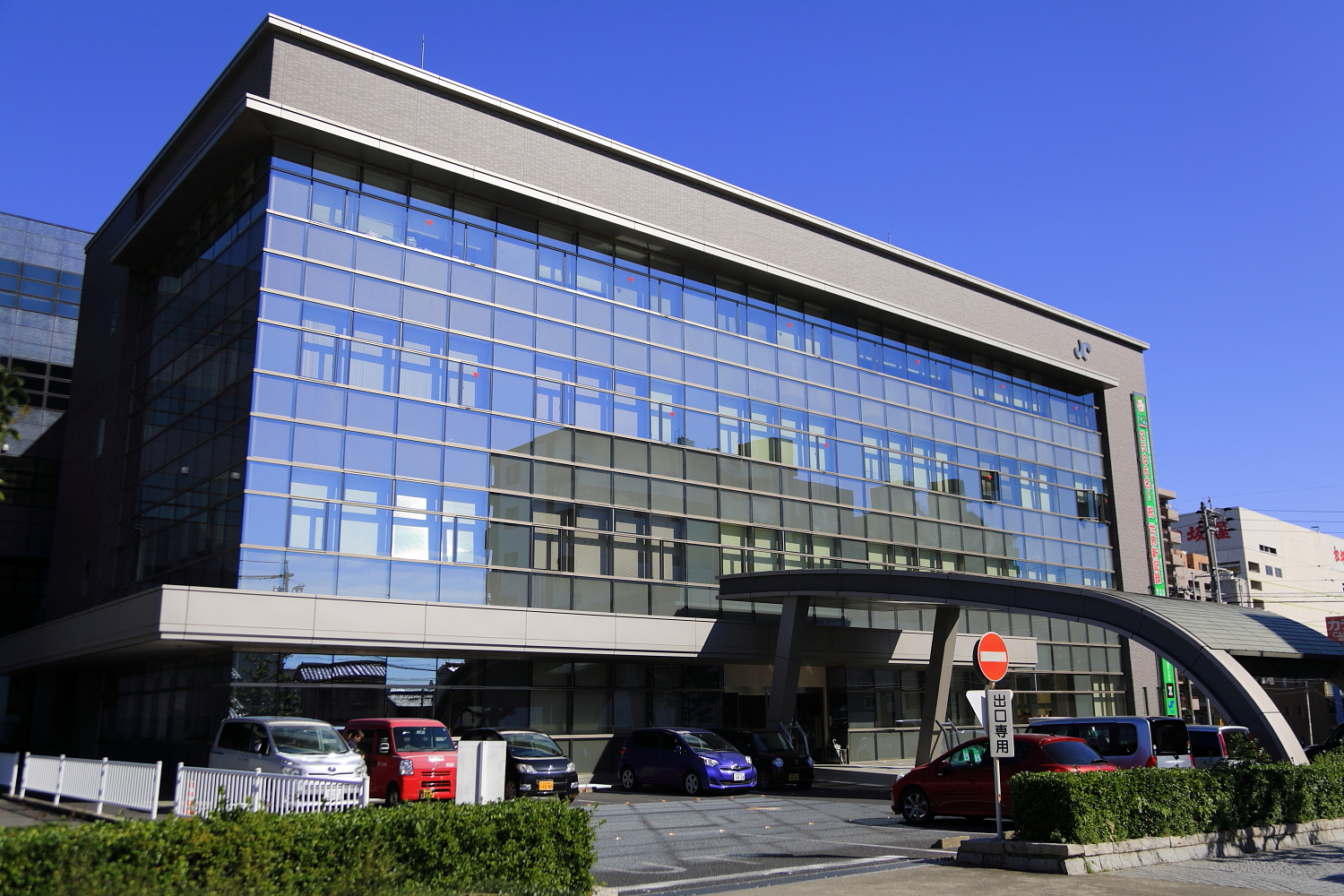
豊田商工会議所 （2018年（平成30年）11月）
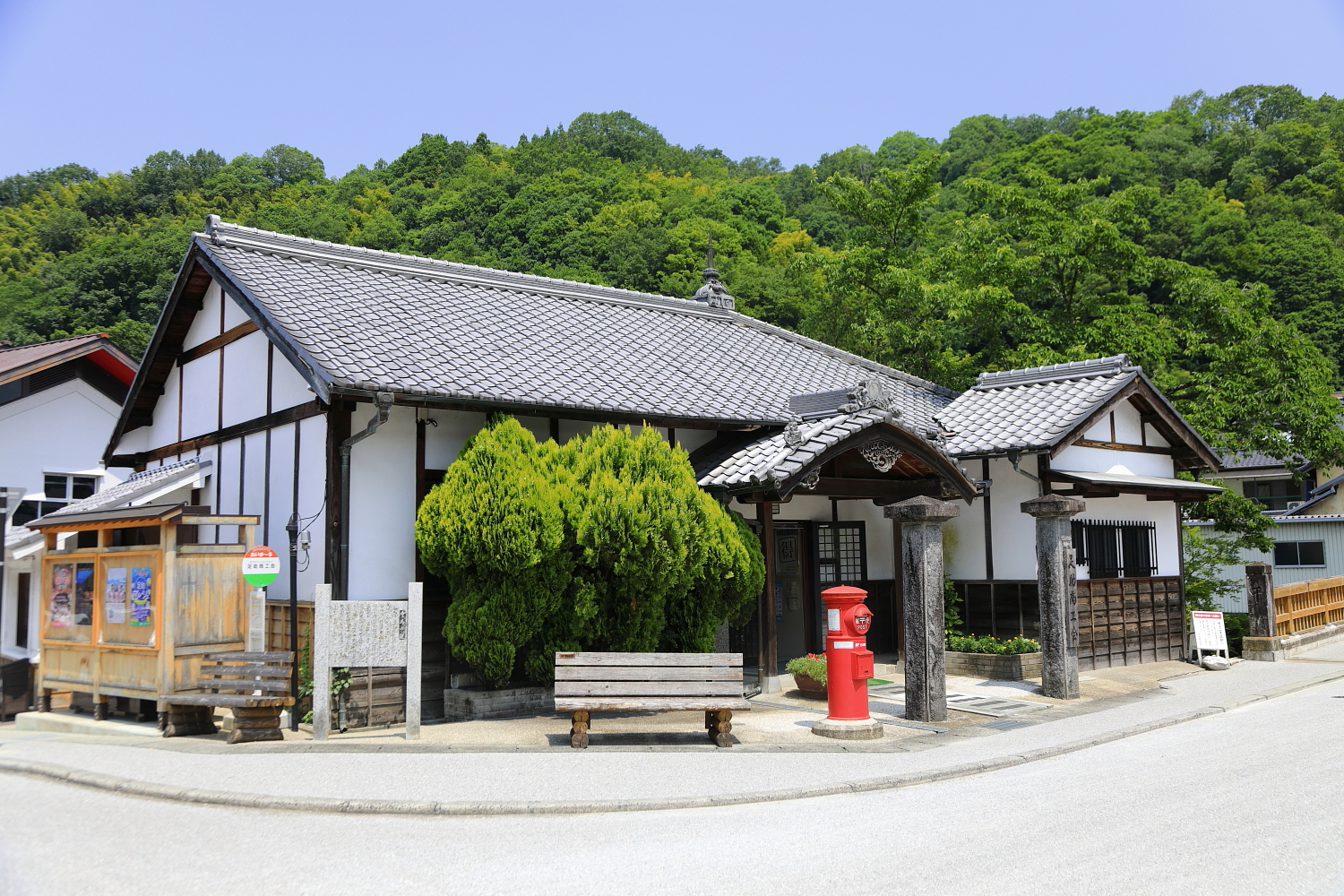
足助商工会館 （2019年（令和元年）6月）
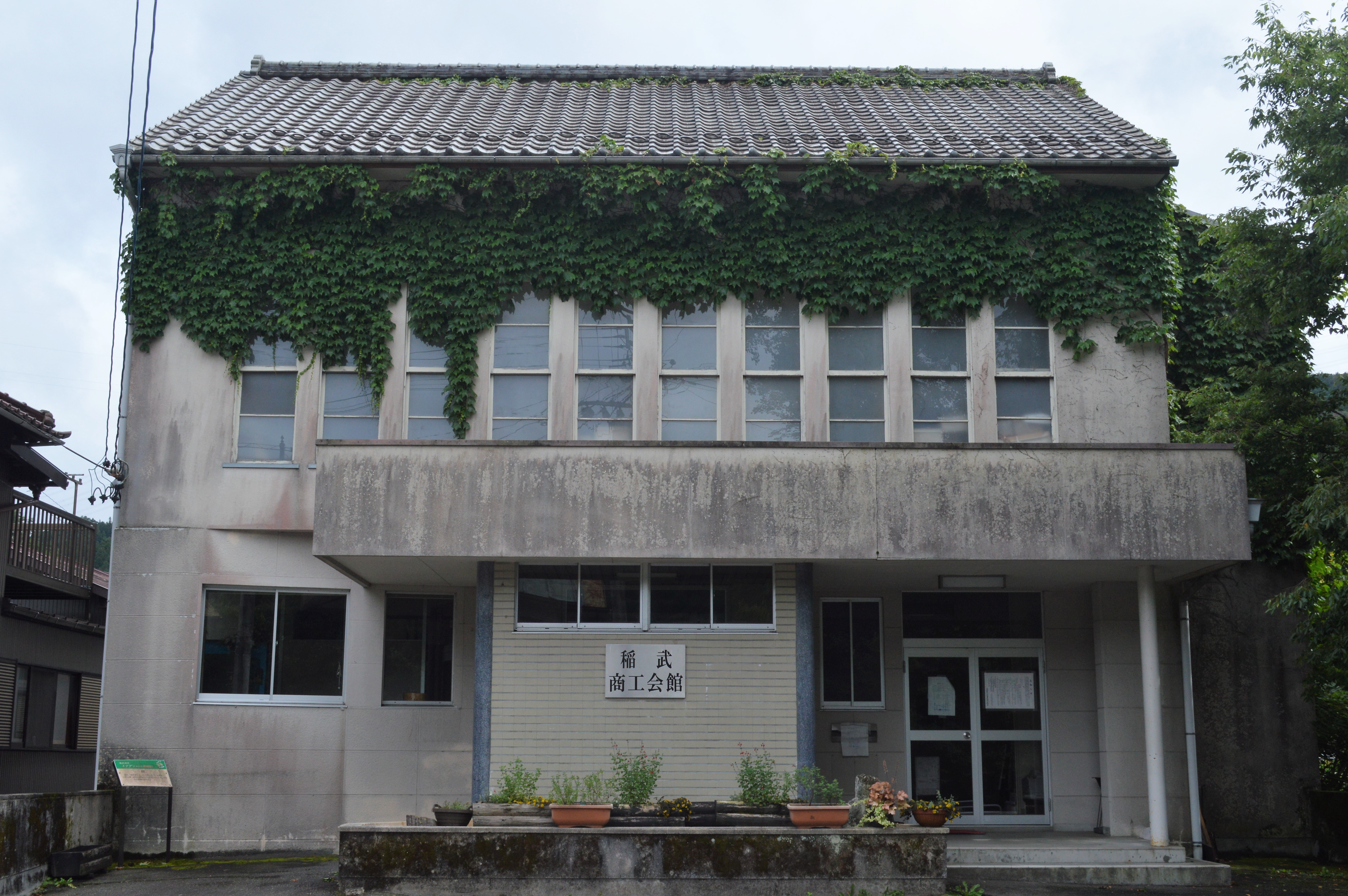
稲武商工会館 （2018年（平成30年）6月）

### 第一次産業

#### 農業
2015年度は80戸で梨を生産しており、主に猿投地区で桃や梨の栽培が盛んである。特に梨の『愛宕』は県内一の生産量を誇る。愛宕は、世界一重いナシとして2011年にギネス世界記録に認定された。高岡・上郷地区の52戸の農家で茶が栽培されており、生産量のうち抹茶の原料になる「てん茶」が9割を占めている。
2015年（平成27年）2月1日現在、経営耕地2,447ヘクタールのうち、田が1,854ヘクタール、畑が354ヘクタール、樹園地が239ヘクタールである。

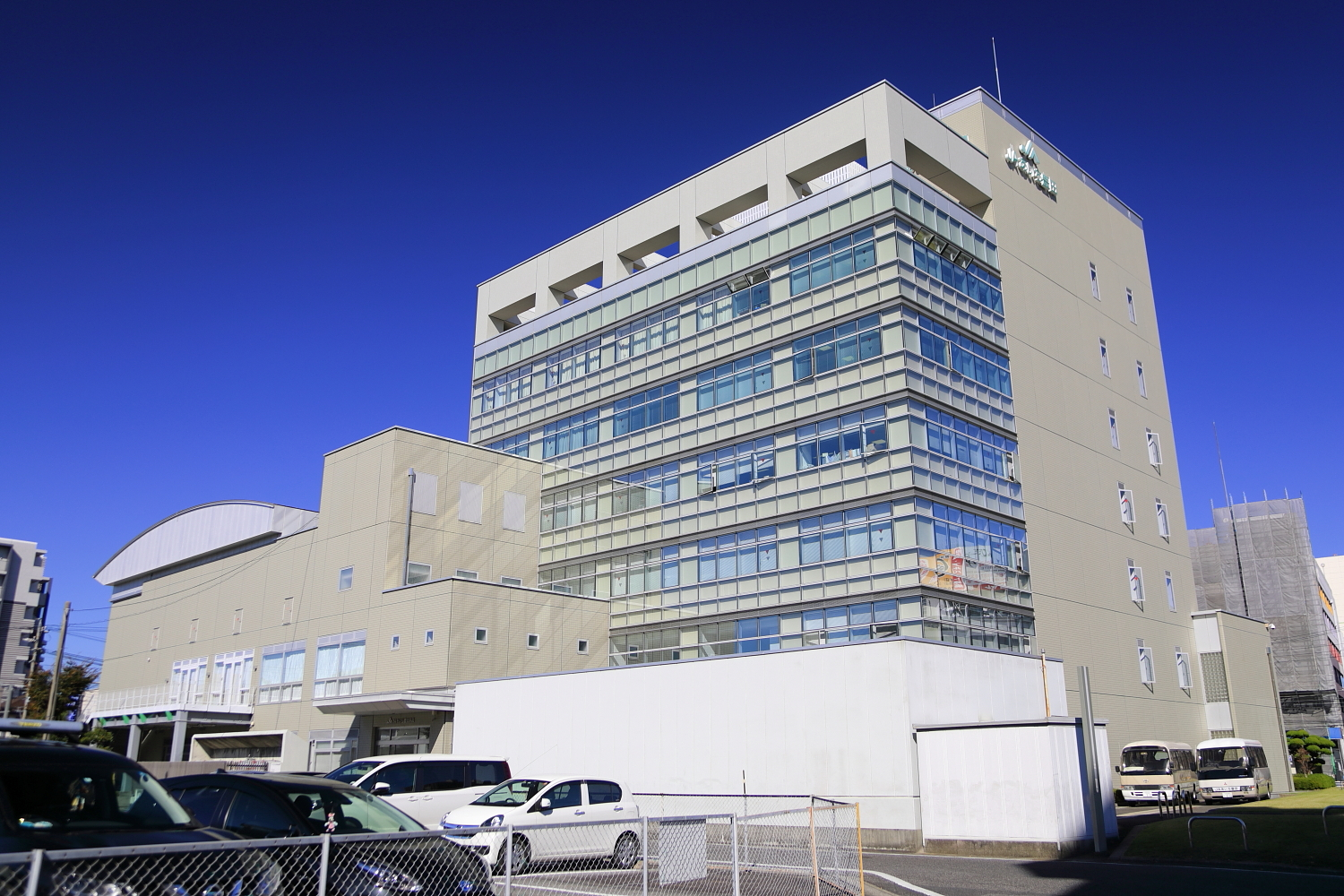
JAあいち豊田本店 （2018年（平成30年）11月）
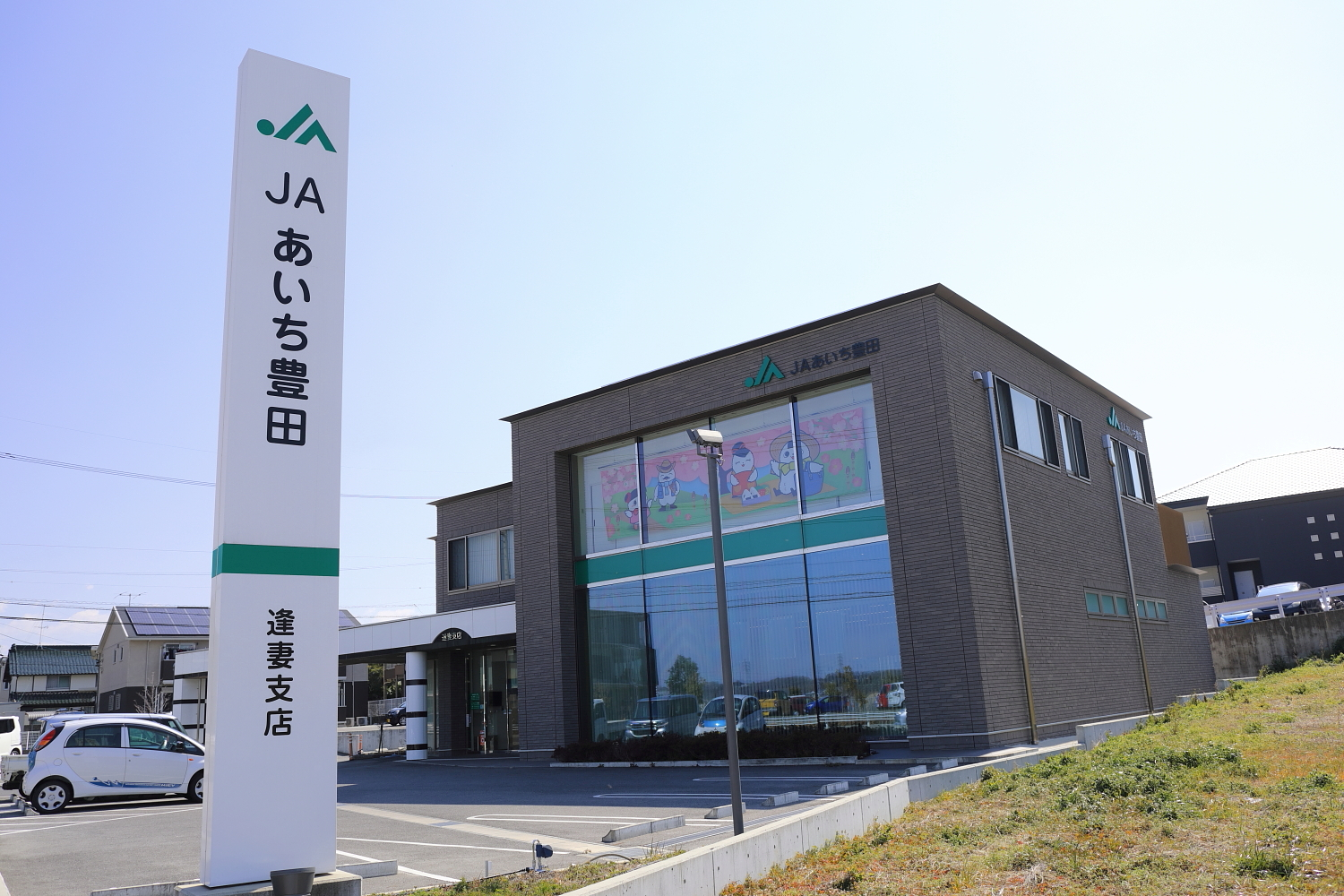
JAあいち豊田逢妻支店 （2019年（平成31年）4月）
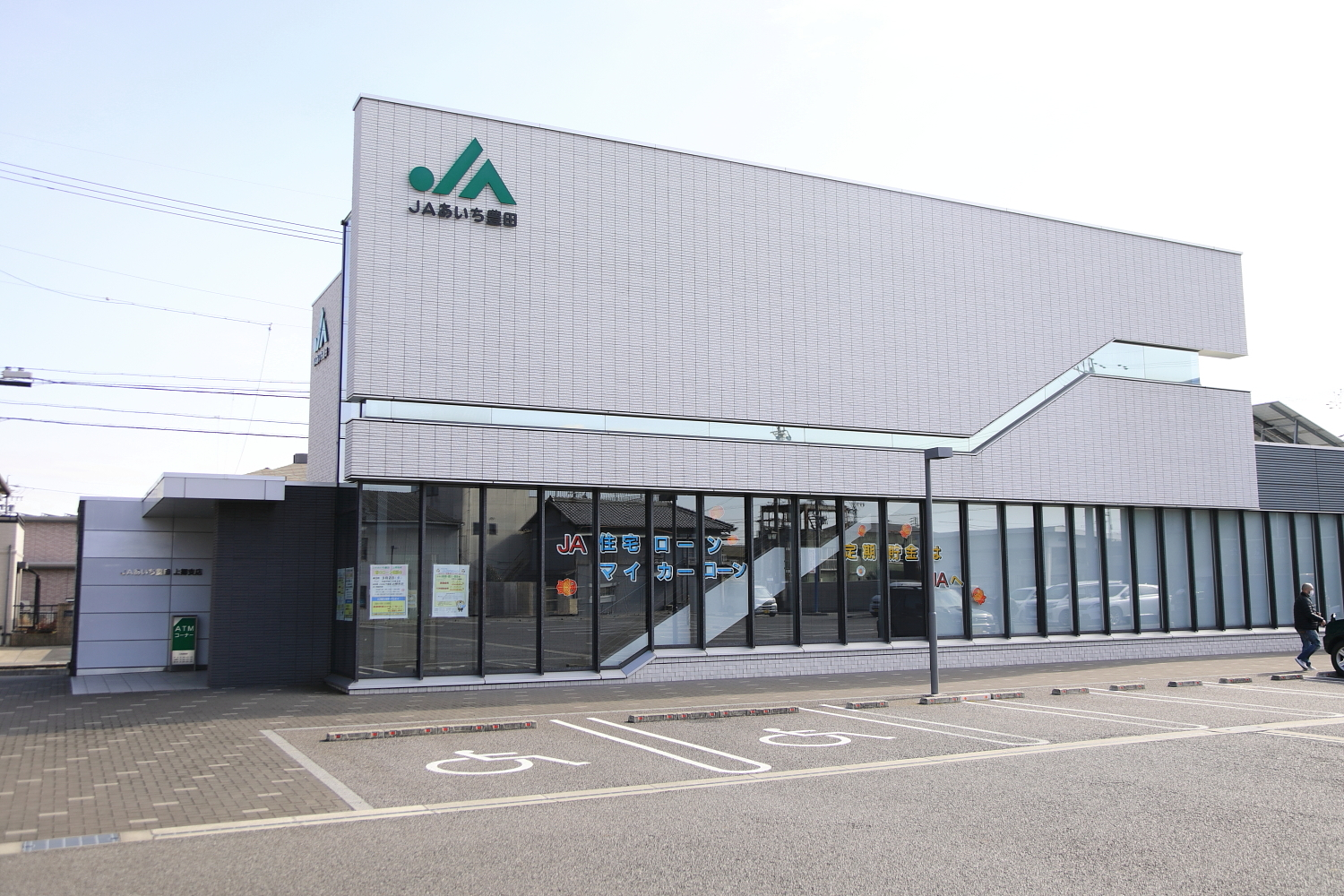
JAあいち豊田上郷支店 （2019年（平成31年）2月）
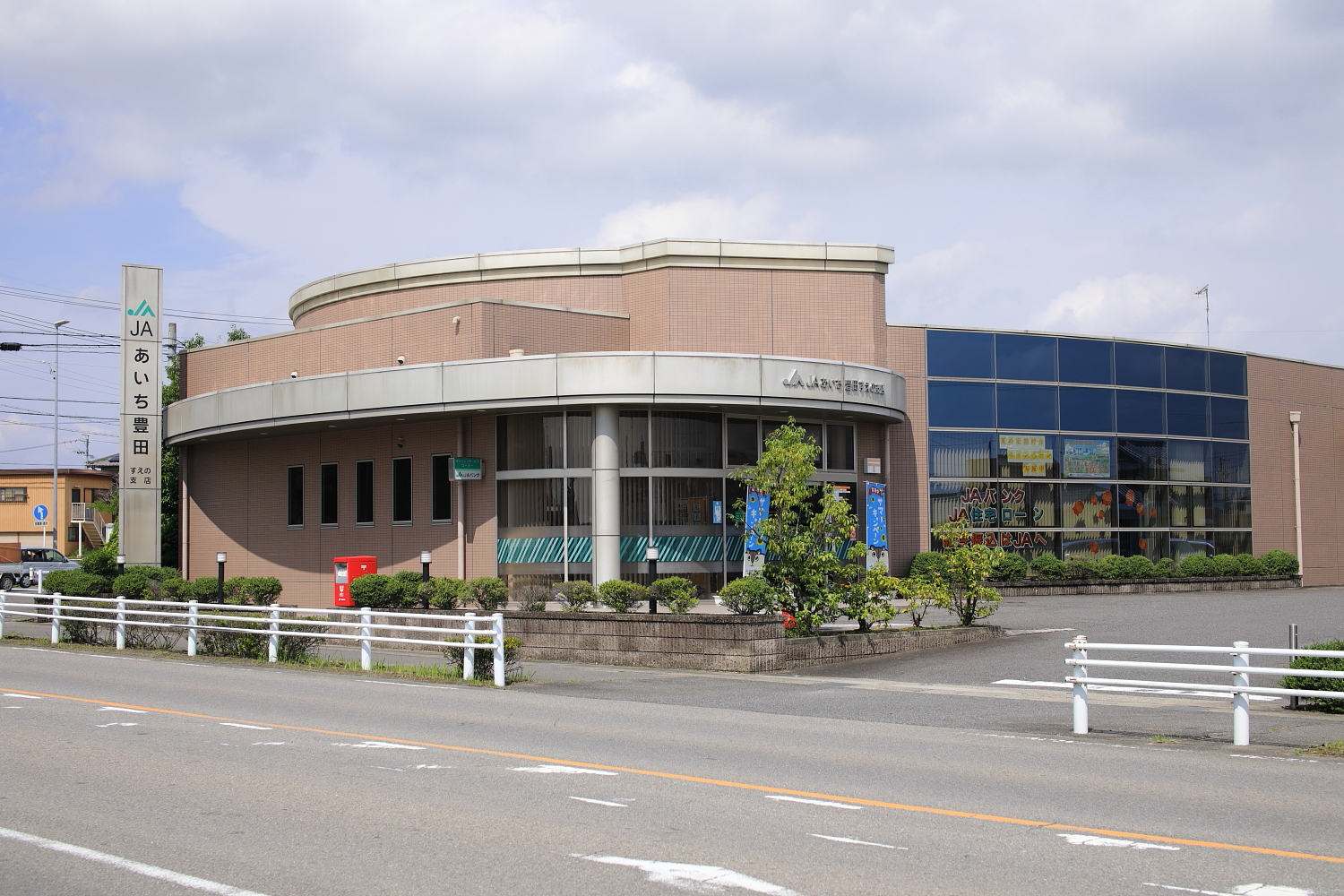
JAあいち豊田すえの支店 （2019年（令和元年）7月）
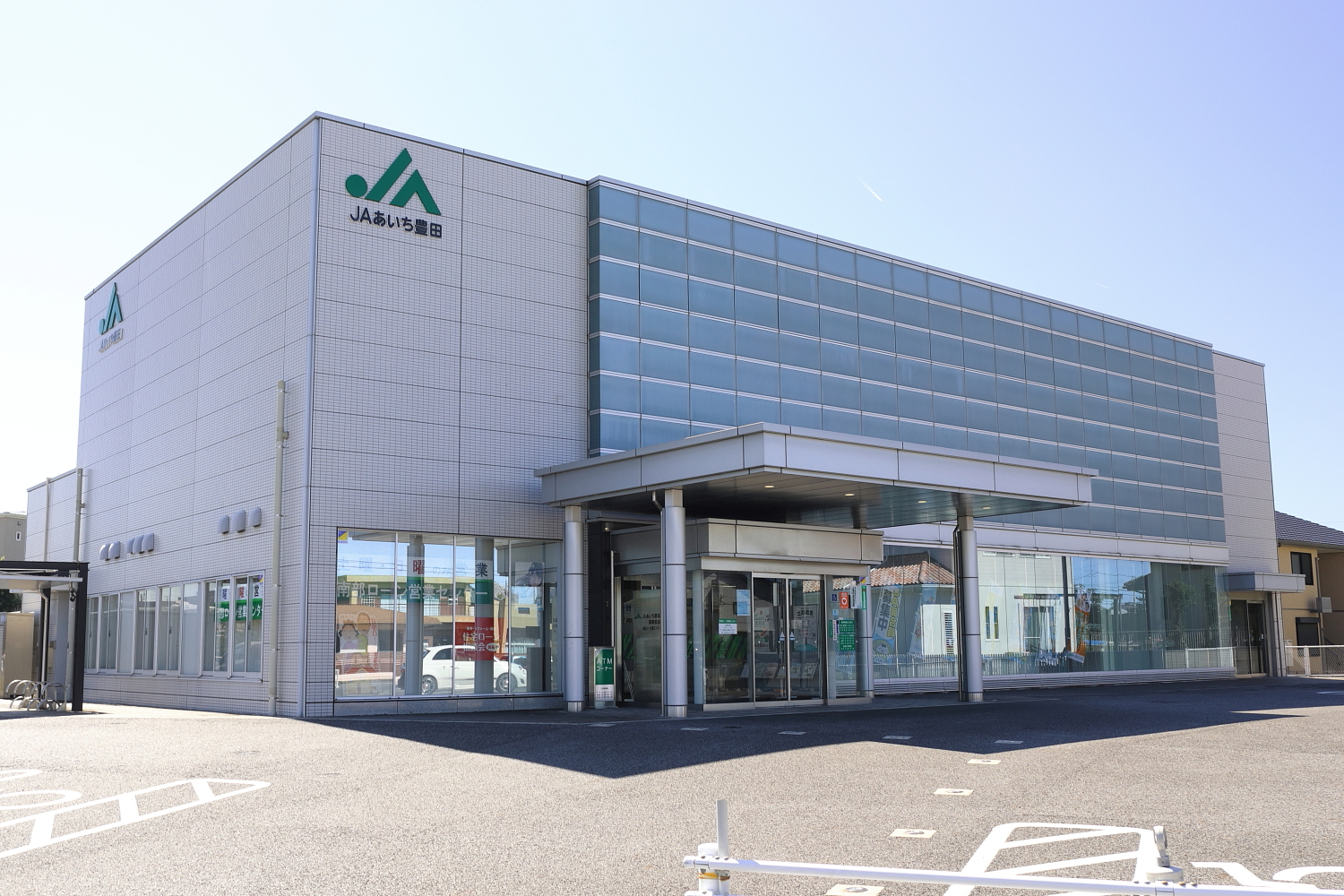
JAあいち豊田高岡支店 （2019年（令和元年）9月）
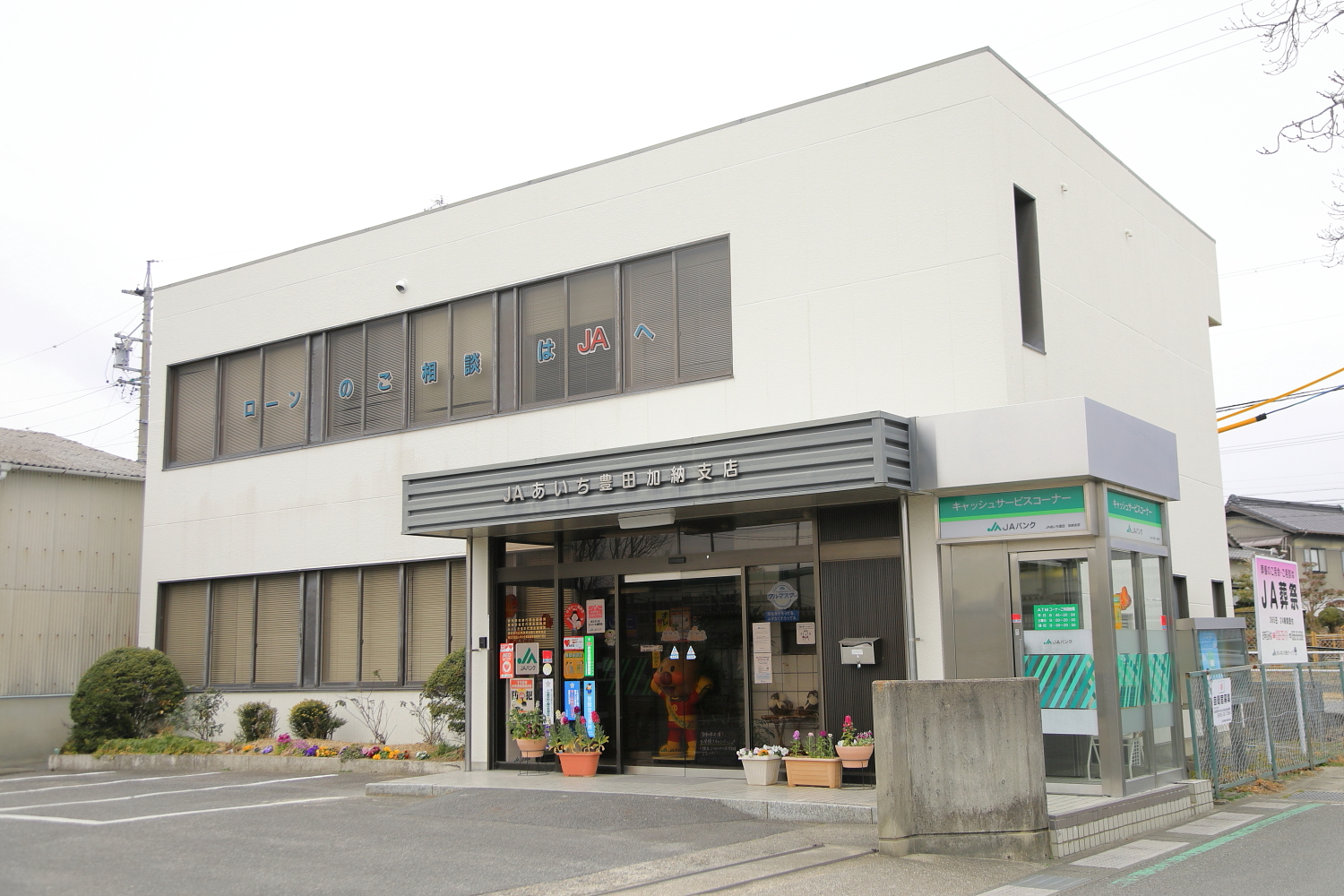
JAあいち豊田加納支店 （2019年（平成31年）2月）
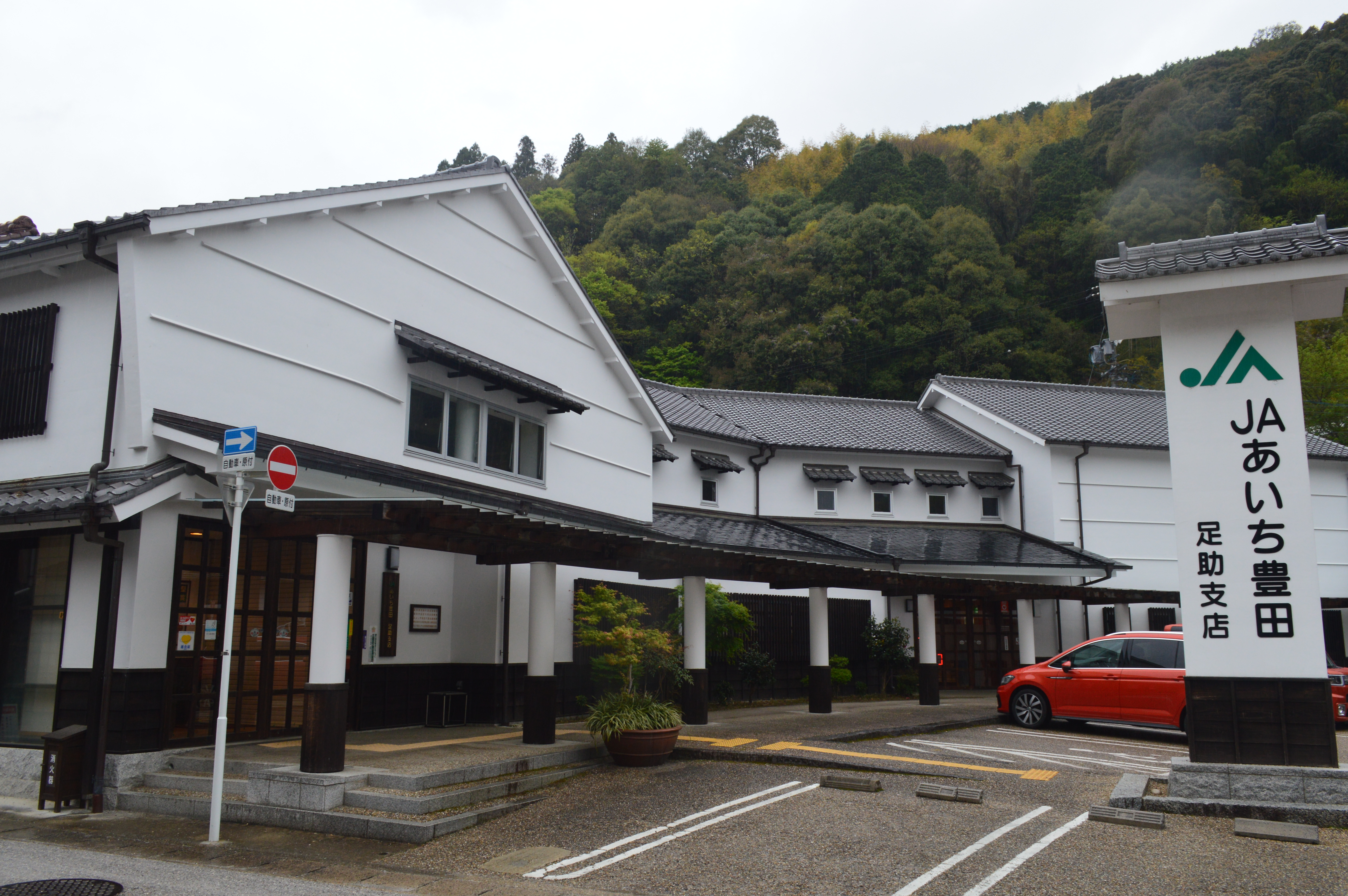
JAあいち豊田足助支店 （2018年（平成30年）7月）
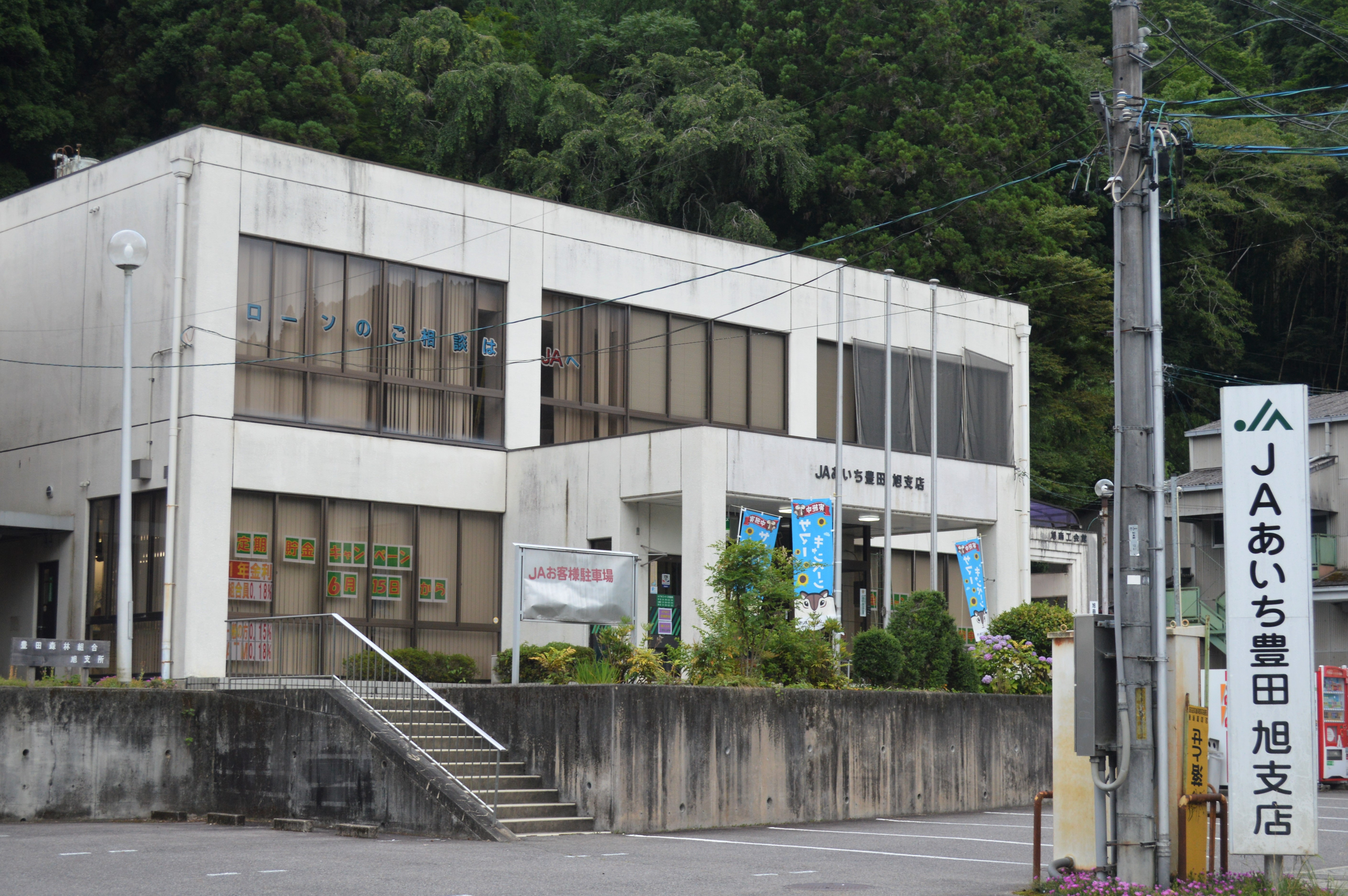
JAあいち豊田旭支店 （2018年（平成30年）6月）
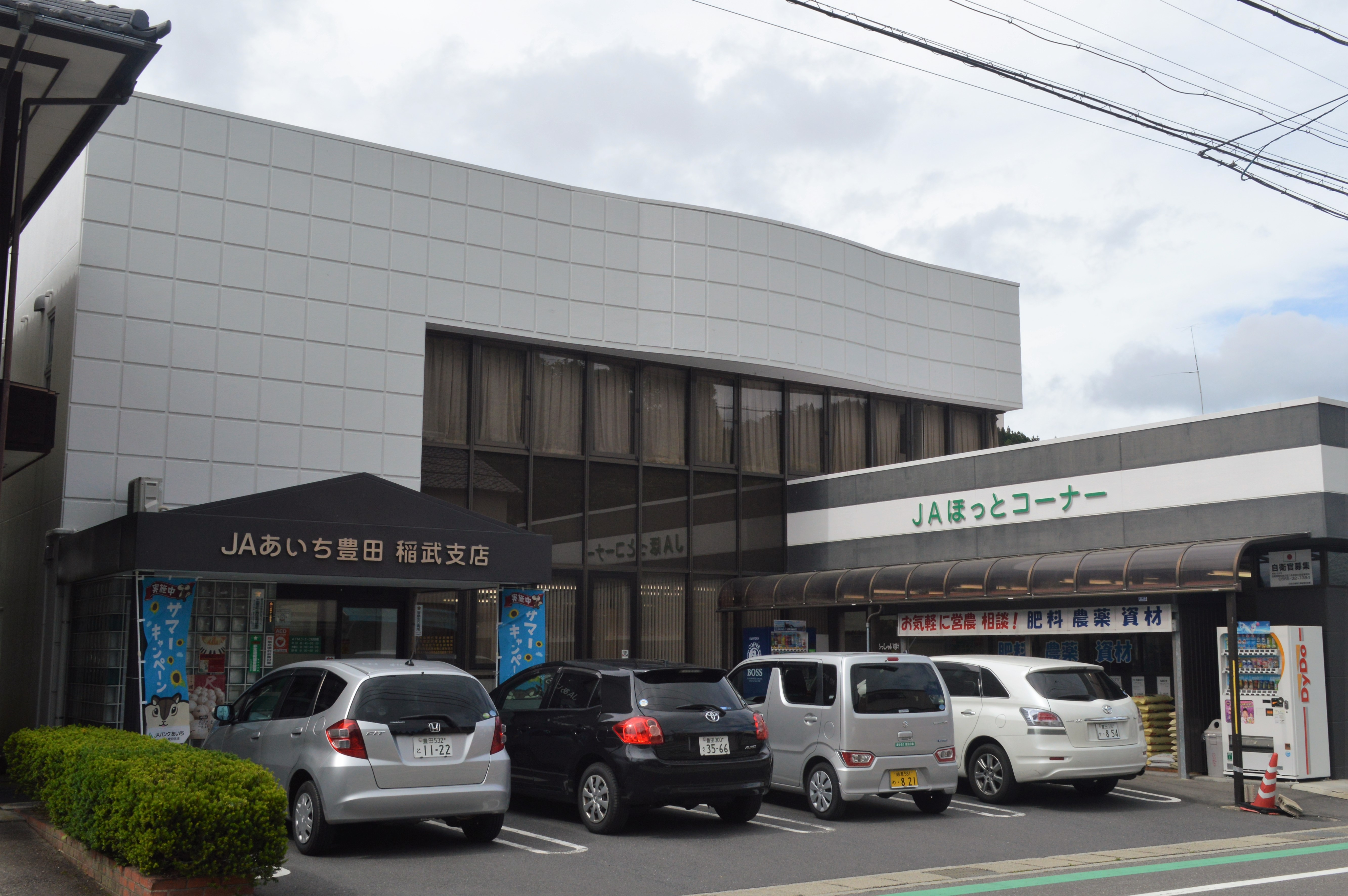
JAあいち豊田稲武支店 （2018年（平成30年）6月）
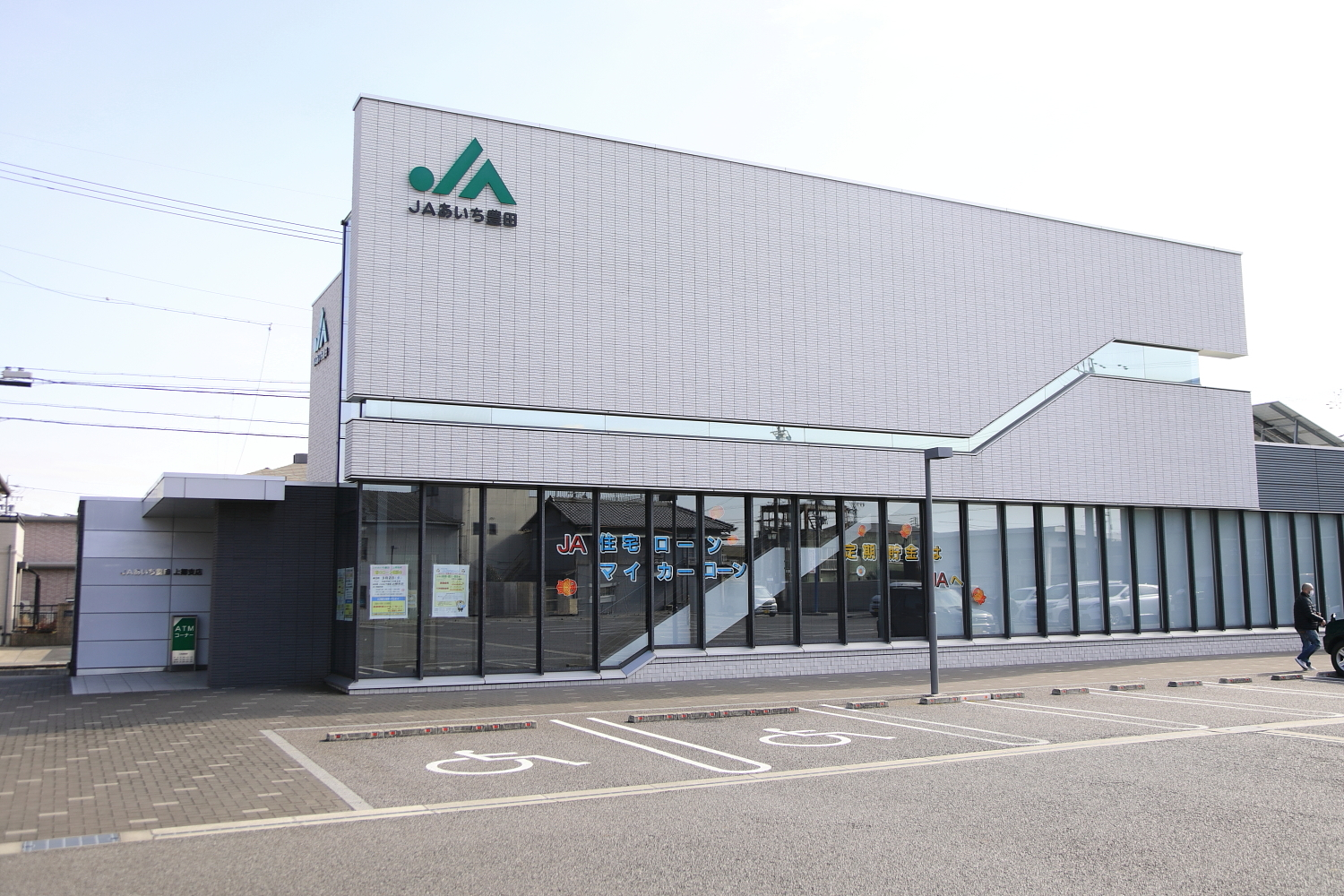
JAあいち豊田上郷支店 （2019年（平成31年）2月）

おもな農産物
- 梨（県内1位）
- 桃（県内1位）
- シンビジウム
- 茶
- 米
- 白菜

など
農業協同組合
- JAあいち豊田本店 - 西町
- JAあいち豊田逢妻支店 - 本新町
- JAあいち豊田梅坪支店 - 東梅坪町
- JAあいち豊田上挙母支店 - 金谷町
- JAあいち豊田土橋支店 - 土橋町
- JAあいち豊田豊南支店 - 前山町
- JAあいち豊田根川支店 - 下林町
- JAあいち豊田高橋支店 - 高上
- JAあいち豊田御立支店 - 美里
- JAあいち豊田畝部支店 - 畝部東町
- JAあいち豊田上郷支店 - 上郷町
- JAあいち豊田すえの支店 - 鴛鴨町
- JAあいち豊田大林支店 - 大林町
- JAあいち豊田駒場支店 - 駒場町
- JAあいち豊田高岡支店 - 若林西町
- JAあいち豊田竹支店 - 竹町
- JAあいち豊田堤下支店 - 前林町
- JAあいち豊田中田支店 - 中田町
- JAあいち豊田花園支店 - 花園町
- JAあいち豊田堤支店 - 堤町
- JAあいち豊田吉中支店 - 吉原町
- JAあいち豊田加納支店 - 加納町
- JAあいち豊田猿投支店 - 四郷町
- JAあいち豊田八草支店 - 八草町
- JAあいち豊田保見支店 - 保見町
- JAあいち豊田中金支店 - 中金町
- JAあいち豊田松平支店 - 松平志賀町
- JAあいち豊田西中山支店 - 西中山町
- JAあいち豊田藤岡支店 - 藤岡飯野町
- JAあいち豊田小原支店 - 小原町
- JAあいち豊田上仁木支店 - 上仁木町
- JAあいち豊田足助支店 - 足助町
- JAあいち豊田下山支店 - 大沼町
- JAあいち豊田旭支店 - 小渡町
- JAあいち豊田稲武支店 - 武節町

- JAあいち豊田本店
（2018年（平成30年）11月）
- JAあいち豊田逢妻支店
（2019年（平成31年）4月）
- JAあいち豊田上郷支店
（2019年（平成31年）2月）
- JAあいち豊田すえの支店
（2019年（令和元年）7月）
- JAあいち豊田高岡支店
（2019年（令和元年）9月）
- JAあいち豊田加納支店
（2019年（平成31年）2月）
- JAあいち豊田足助支店
（2018年（平成30年）7月）
- JAあいち豊田旭支店
（2018年（平成30年）6月）
- JAあいち豊田稲武支店
（2018年（平成30年）6月）
- JAあいち豊田上郷支店
（2019年（平成31年）2月）

#### 林業
北東部（旧足助町・稲武町）で杉や檜などの木材の加工・生産が盛んである。しかし年々、林家数は減少している。

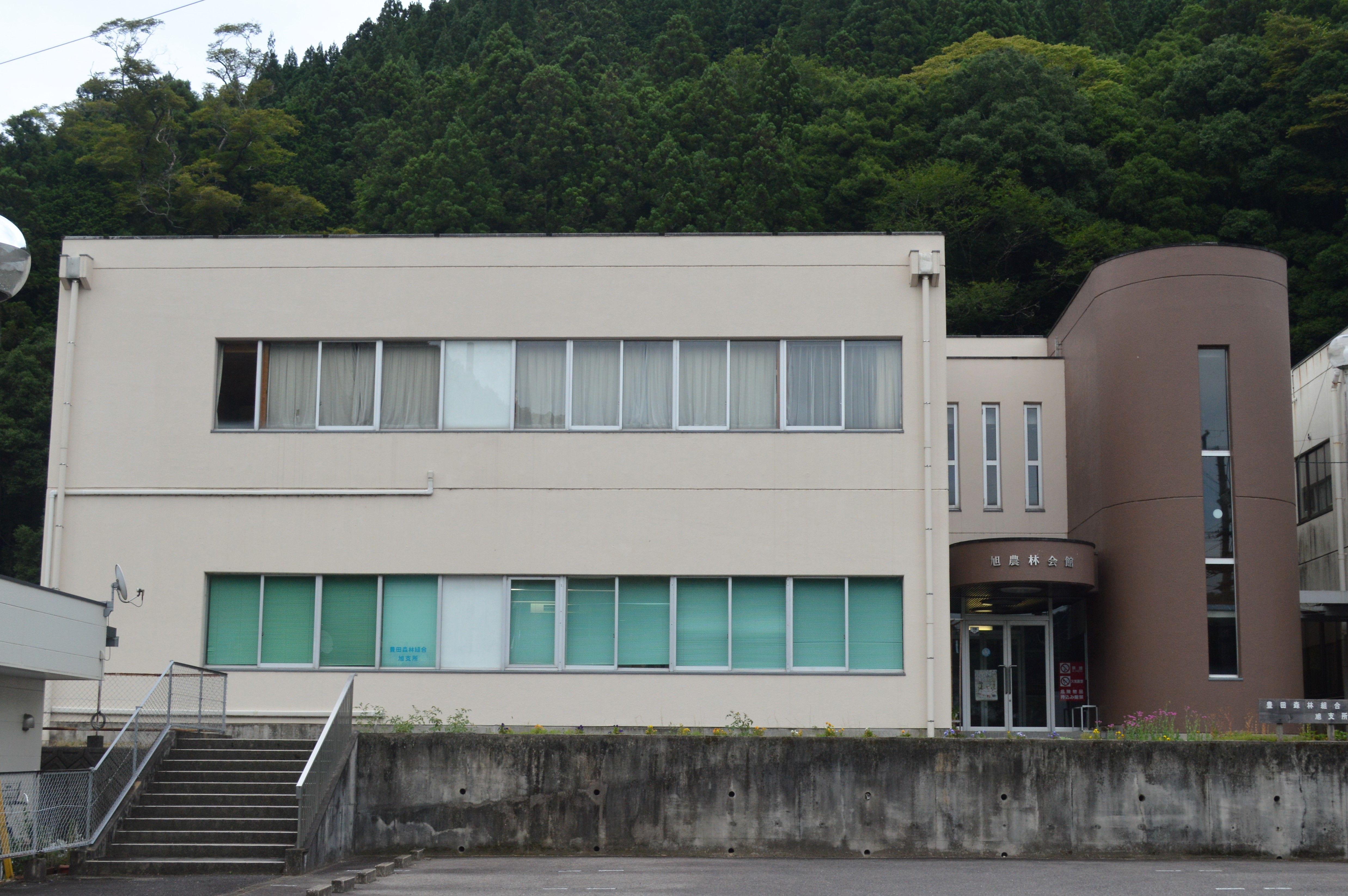
旭農林会館
（小渡町、2018年（平成30年）6月）

名産品
- 鮎
- 酒
- 春の七草
- マヨネーズ

農林業関連施設
- 農ライフ創生センター - 和合町
- 農村環境改善センター - 高岡町
- 旭農林会館 - 小渡町
- 農畜産物処理加工施設 - 大沼町
- つくば工房 - 槙本町
- 農林漁家高齢者センター - 夏焼町
- 森林会館 - 東広瀬町
- 御内市有林 - 御内町
- 鼎館 - 御内町
- 豊田森林組合
- 豊田森林組合豊田事業所
- 豊田森林組合小原藤岡事業所

### 第二次産業

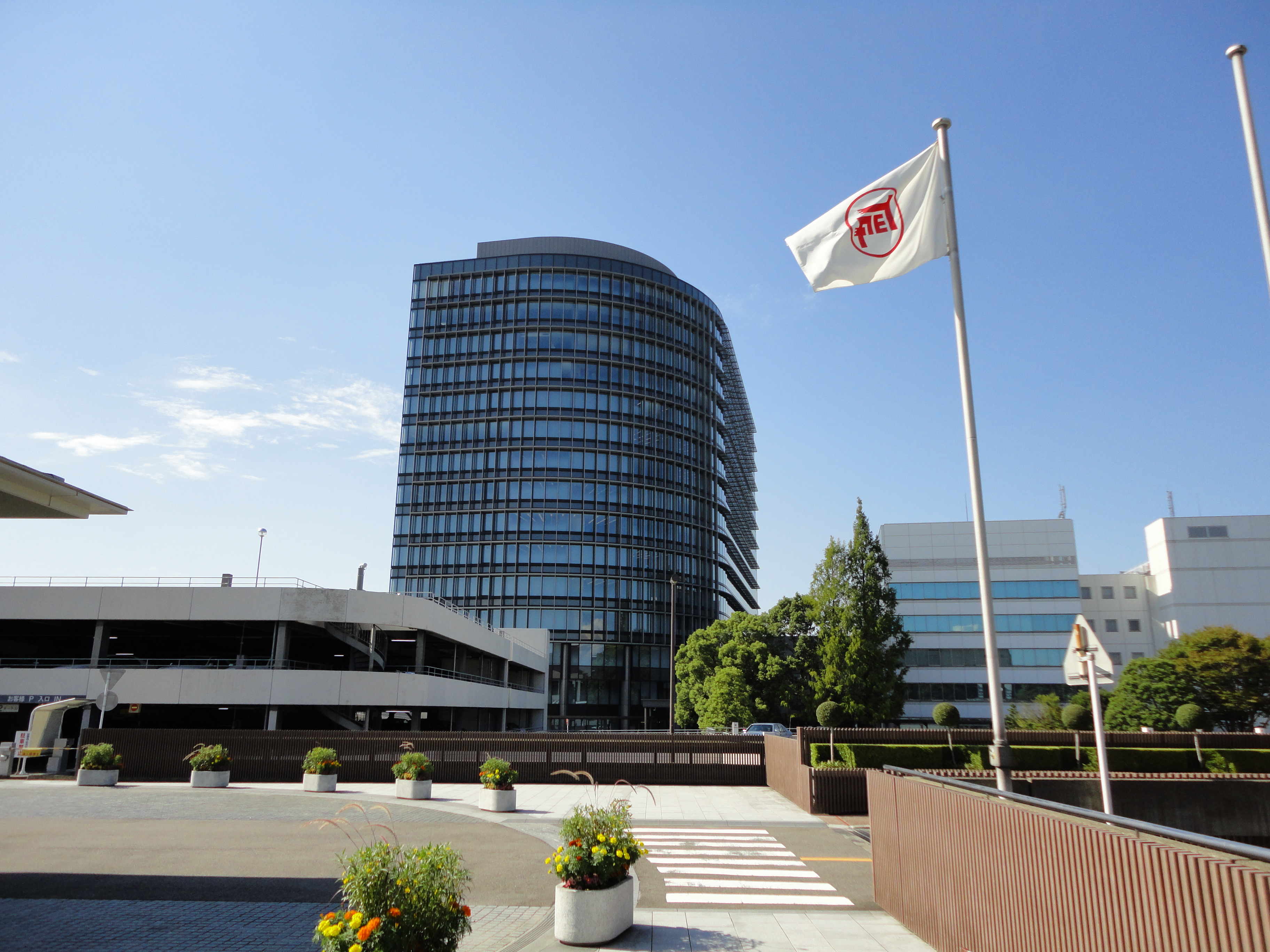
トヨタ自動車本社（2010年（平成22年）10月）

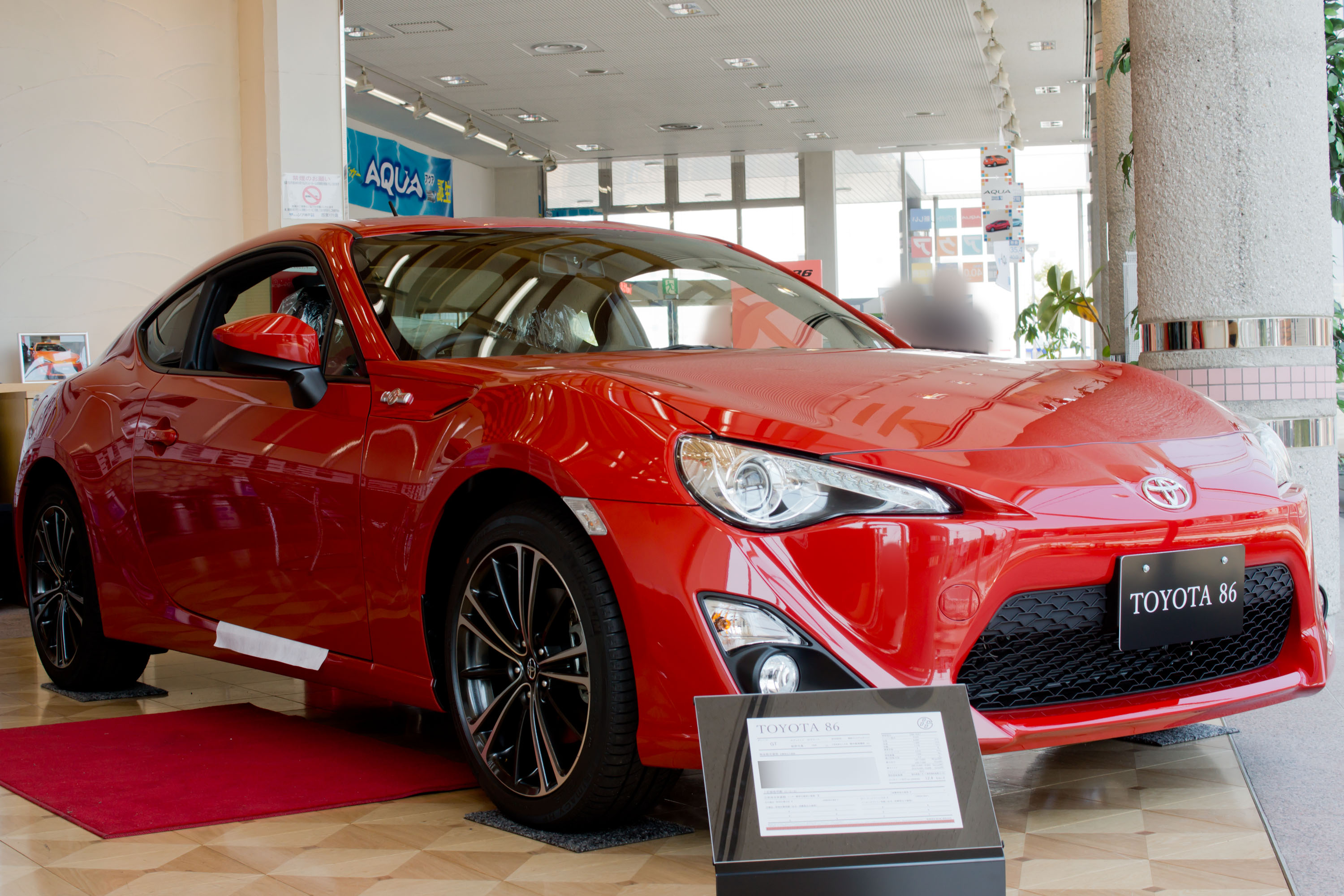
TOYOTA 86 GT（2012年（平成24年）4月）

#### 工業
明治から大正にかけて、養蚕やガラ紡による繊維産業が発達し、特に松平地区では、巴川の支流などの急流を利用した水車ガラ紡が発達した。戦後になって、生糸の需要の減少とともに、挙母町の繊維業は衰退していった。
その後、トヨタ自動車の工場の完成とともに、自動車産業を中心とした製造業が発達した。現在、市内には、トヨタ自動車の関連企業が数多く立地している。
なお、製造業が盛んな関係で、市内には南米系（特にブラジル系）を中心とする外国籍住民が多く在住し、工場などで働いている。外国人登録数で15,220人（2006年12月31日時点）が暮らしている。なかでも旧市北部の保見団地は全住民のおよそ45パーセントが外国人という日本屈指の外国人居住地である。
工業団地
- 西広瀬工業団地
- 花本産業団地
- 篠原工業団地
- 広美工業団地
- 豊田市鉄工団地
- 東海電子工業工場団地

主な工場
2017年6月1日工業統計調査に基づく豊田市の公表資料では、市内には従業員300人以上の工場が50ある。
食料品（3工場）
- キユーピー挙母工場
- プライムデリカ豊田第一工場
- プライムデリカ豊田第二工場

プラスチック（5工場）
- ニフコ名古屋工場

ゴム製品（1工場）
- 住友ゴム工業名古屋工場

窯業・土石（1工場）
- AGC愛知工場（豊田）

金属製品（1工場）
生産用機械（3工場）
- FUJI豊田工場

情報通信機械（1工場）
輸送機械（34工場）
- アイシン化工本社工場
- アイシン新豊工場
- シロキ工業名古屋工場
- 小島プレス工業本社・下市場工場
- 大豊工業本社工場
- 大豊工業細谷工場
- 中央発條藤岡工場
- 東海理化電機製作所豊田工場
- トヨタ自動車本社工場
- トヨタ自動車上郷工場
- トヨタ自動車高岡工場
- トヨタ自動車堤工場
- トヨタ自動車貞宝工場
- トヨタ自動車広瀬工場
- トヨタ自動車元町工場
- トヨタ車体吉原工場
- トヨタ紡織猿投工場
- トヨタ紡織高岡工場
- トリニティ工業豊田工場
- 日本発条豊田工場
- フタバ産業緑工場
- 豊生ブレーキ工業本社工場

その他（1工場）

#### 醸造業
地酒
- 関谷酒造
- 豊田酒造
- 浦野酒造
- 中垣酒造

### 第三次産業
| 豊田市の繁華街 |  | 豊田市駅と新豊田駅を繋ぐペデストリアンデッキ |
| 豊田市の繁華街 |  | 豊田市駅と新豊田駅を繋ぐペデストリアンデッキ |

#### 商業
トヨタ自動車関連企業の従業員向けに、いわゆるトヨタカレンダーで営業する個人商店も多い。中心市街地は豊田市駅･新豊田駅周辺であり、近年では複合型商業施設などの再開発が行われている。
主な複合商業施設
- イオンスタイル豊田（旧・イオン豊田店） - 広路町
- VITS TOYOTA TOWN - 西町
- KiTARA - 喜多町
- クロスモール豊田陣中 - 陣中町
- コモ・スクエア - 喜多町
- 参合館 - 西町
- 四郷スマートタウン - 四郷町
- 高橋共同ショッピングセンター（グリーンシティ） - 東山町
- T-FACE - 若宮町
- 豊田第一共同ショッピングセンター - 青木町
- 豊田ラッツ - 東新町
- フォックスタウン - 保見ケ丘
- 名古屋三越豊田店（旧・豊田そごう、旧・松坂屋豊田店） - 西町
- メグリア本店 - 山之手
- メグリアエムパーク店 - 前山町
- GAZA（ギャザ）・メグリアセントレ - 喜多町
- メグリア藤岡店 - 西中山町
- リブレ豊田元宮 - 元宮町
- 道の駅どんぐりの里いなぶ

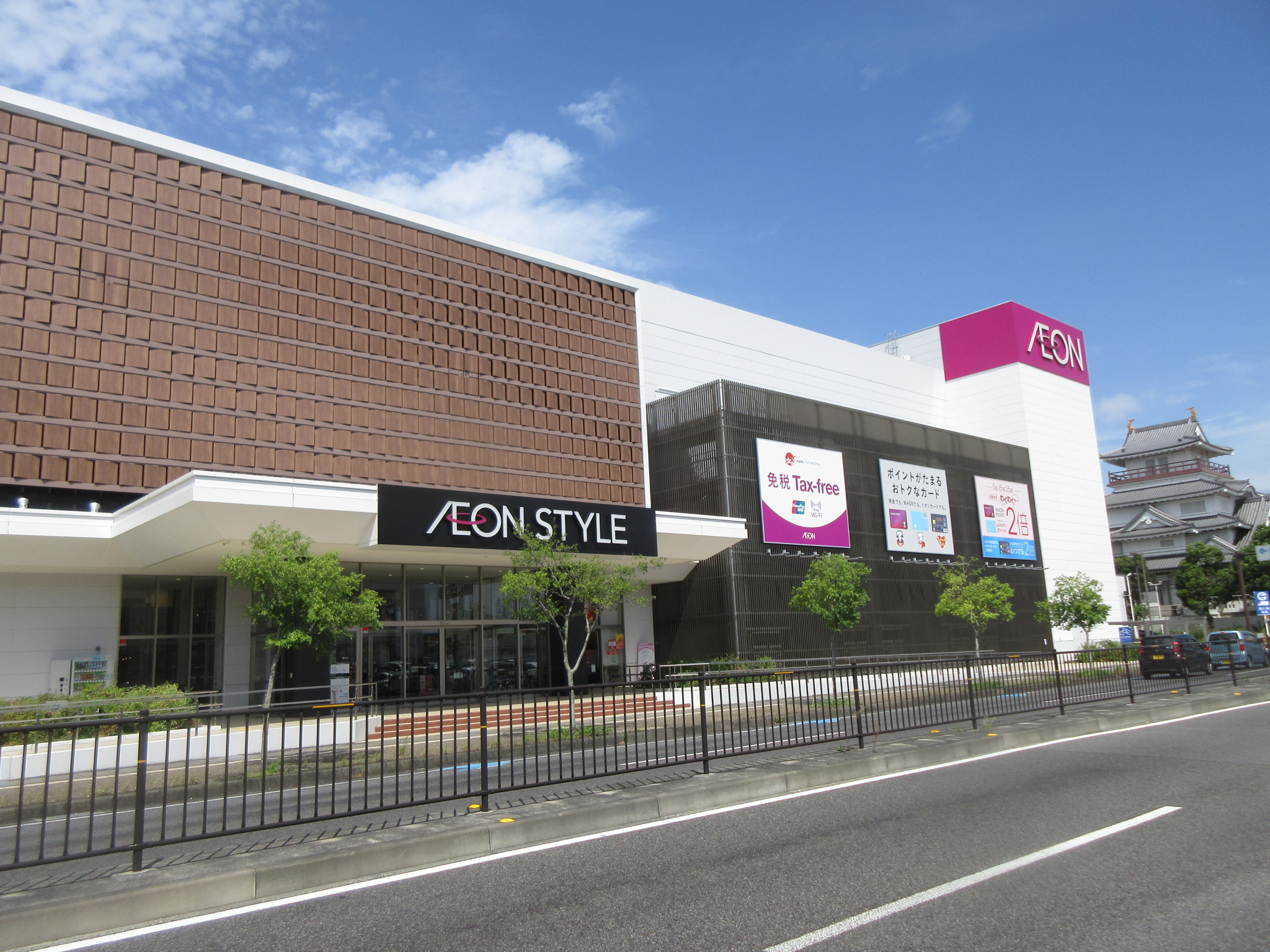
イオンスタイル豊田 （2019年（令和元年）8月）
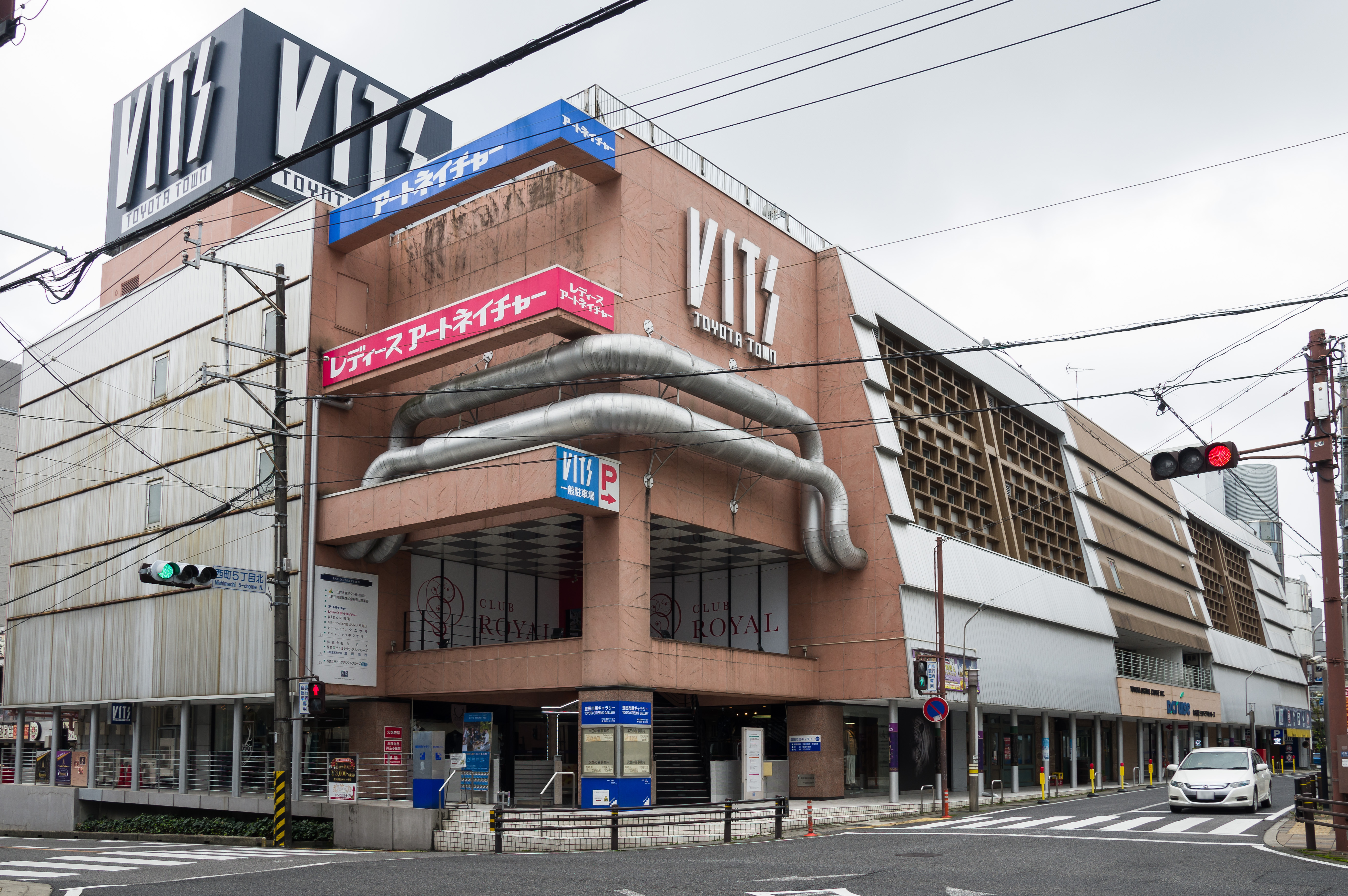
VITS TOYOTA TOWN （2016年（平成28年）10月）
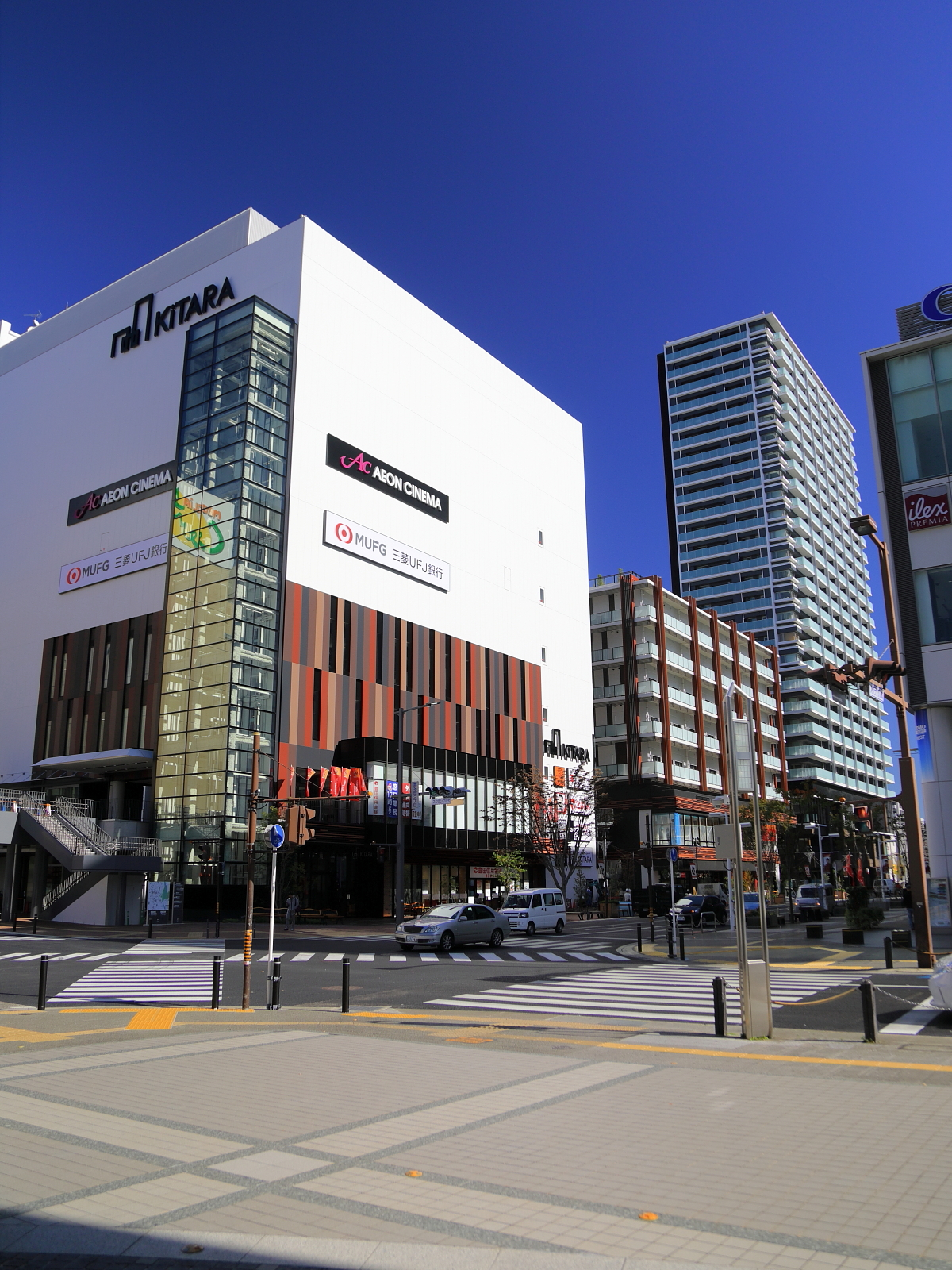
KiTARA （2018年（平成30年）11月）
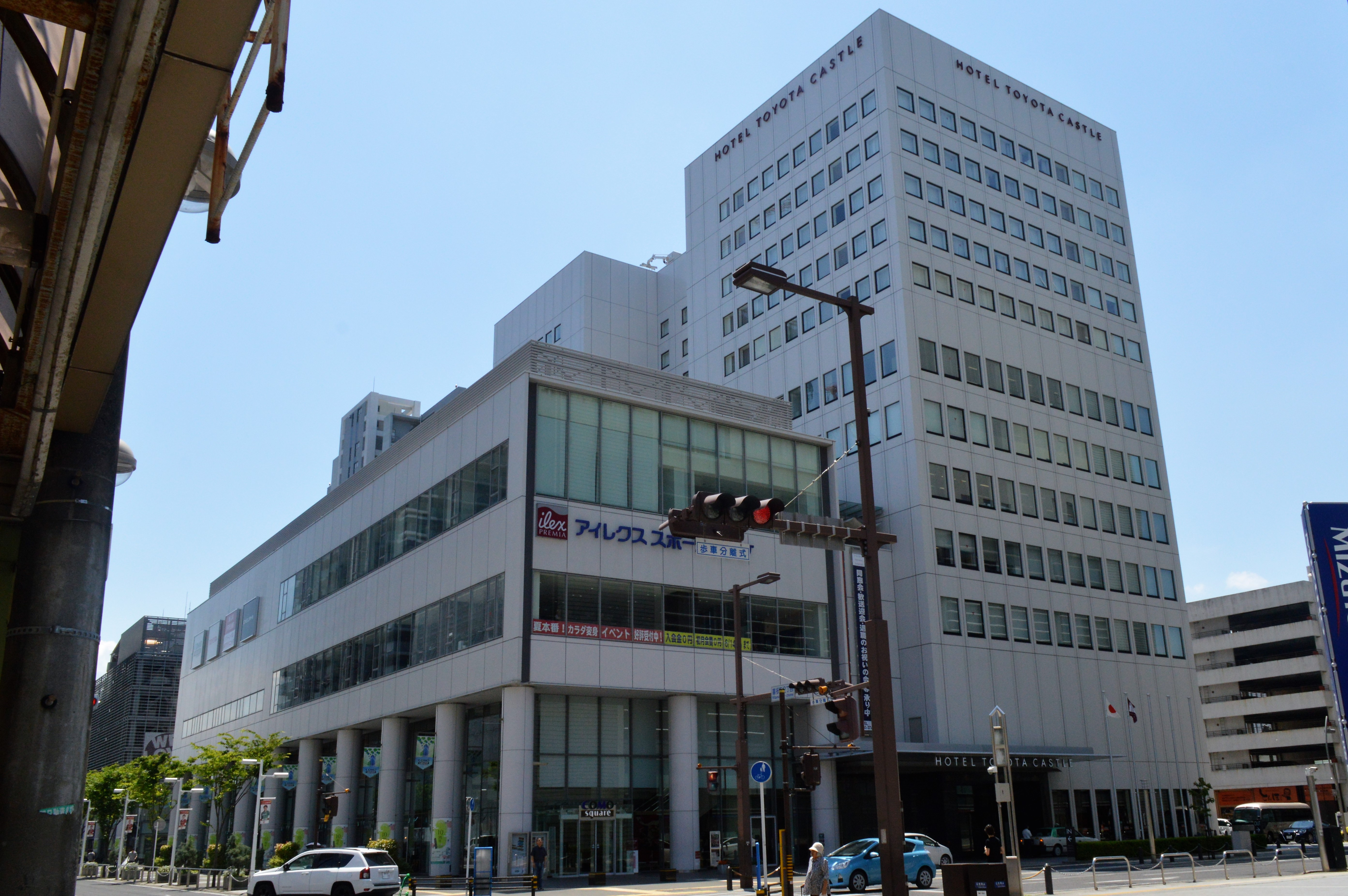
コモ・スクエアWEST （2017年（平成29年）6月）
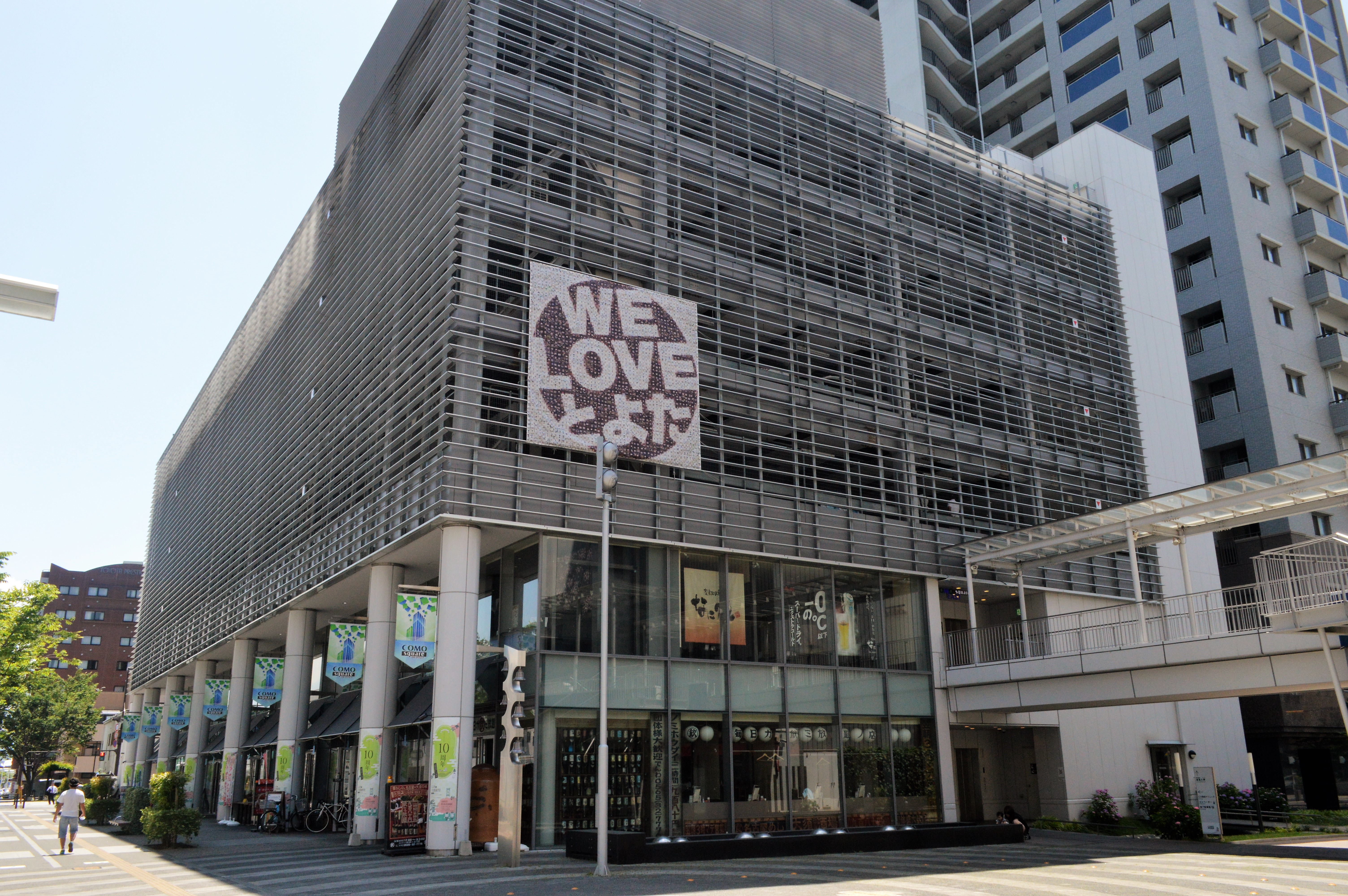
コモ・スクエアEAST （2017年（平成29年）6月）
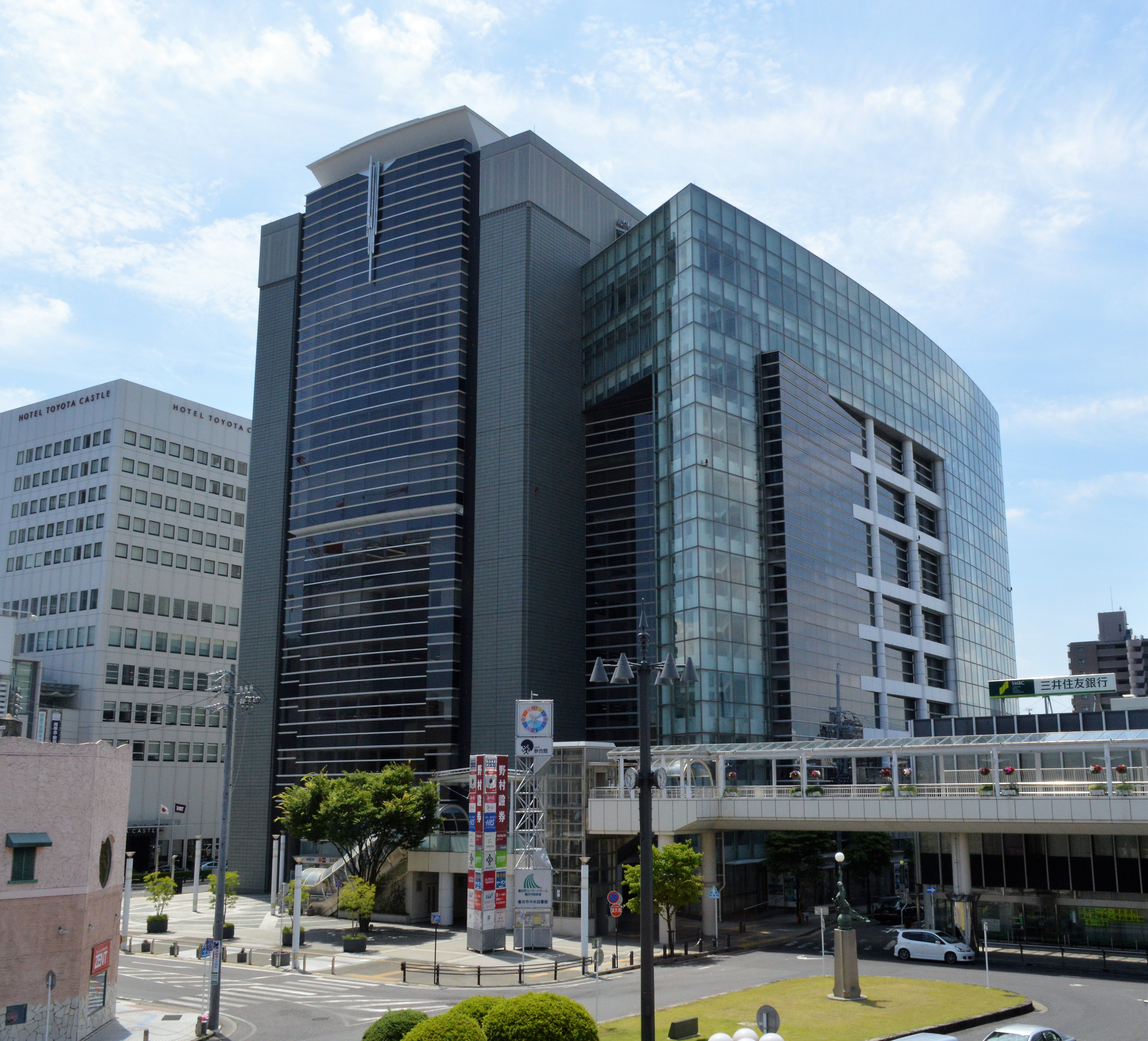
参合館 （2017年（平成29年）6月）
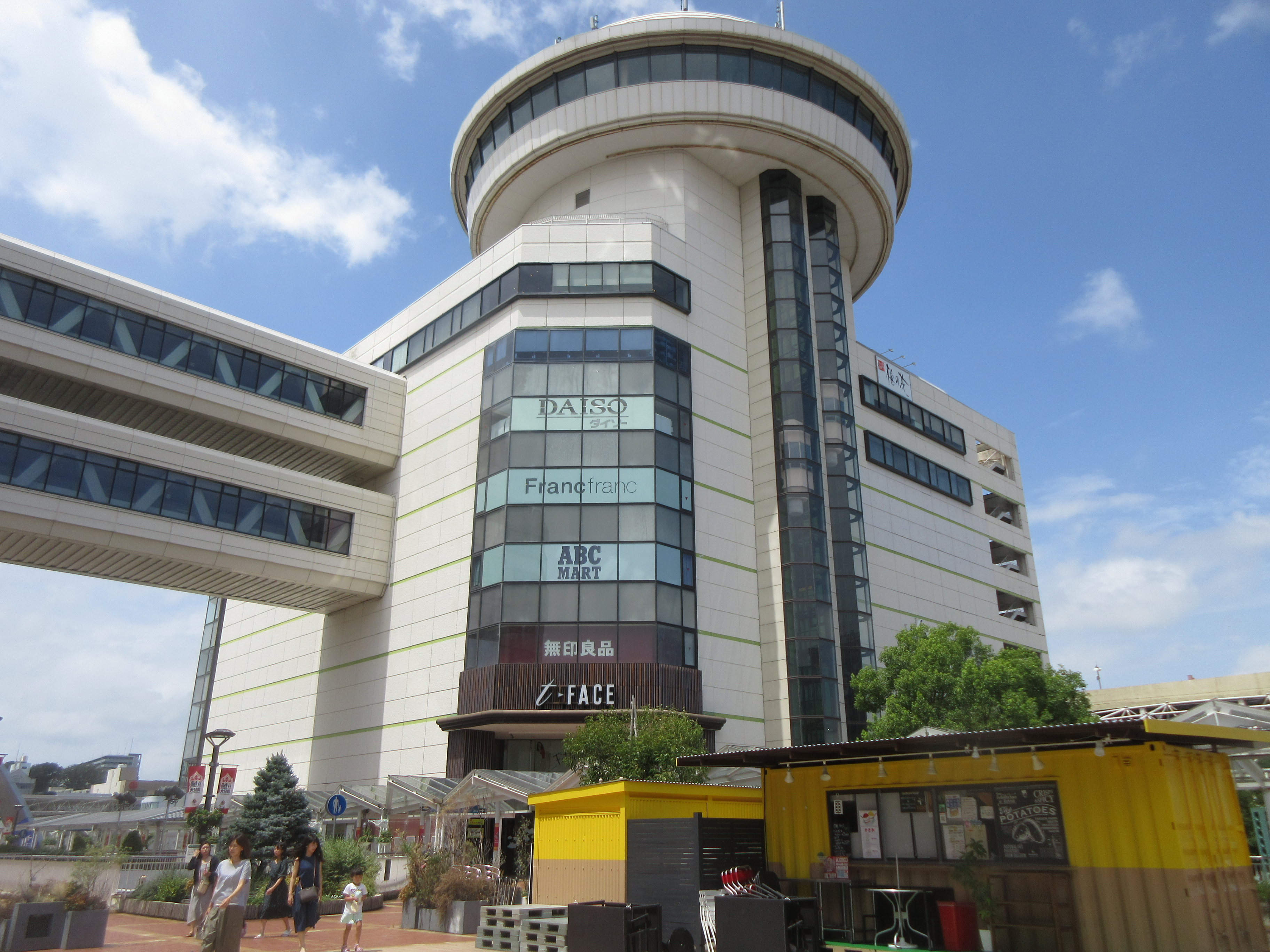
T-FACE（B館） （2019年（令和元年）8月）
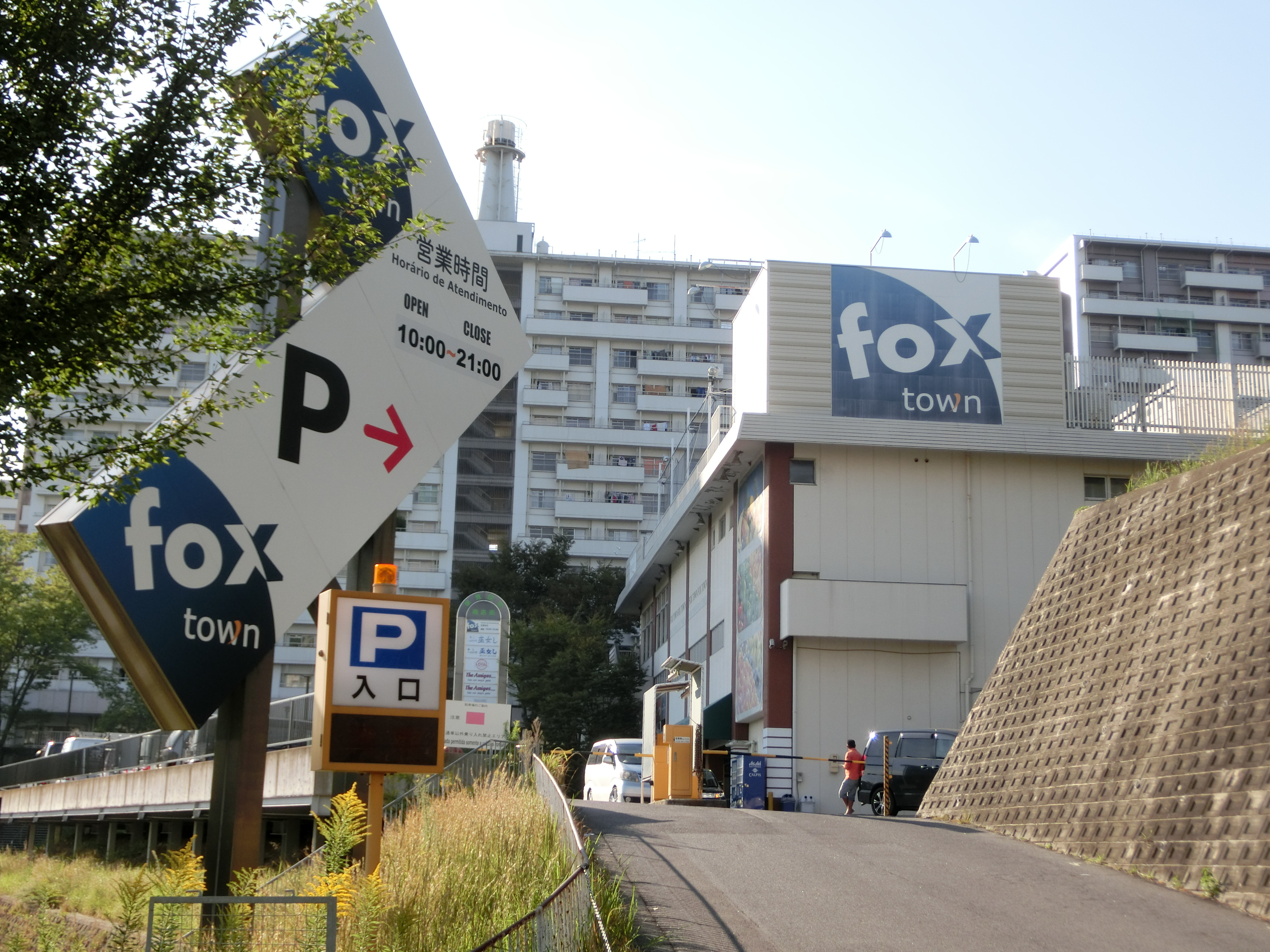
フォックスタウン （2016年（平成28年）10月）
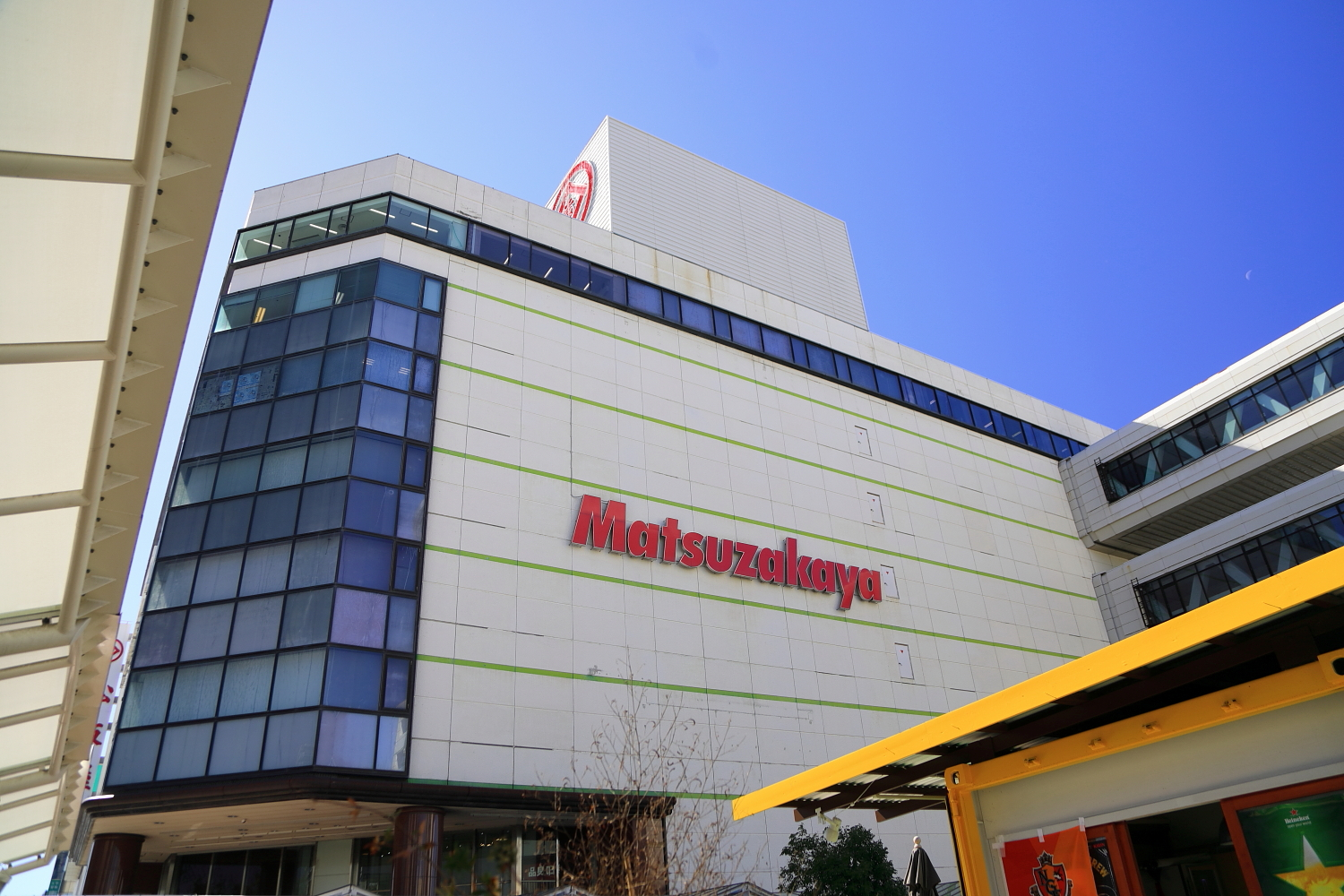
松坂屋豊田店 （2018年（平成30年）11月）
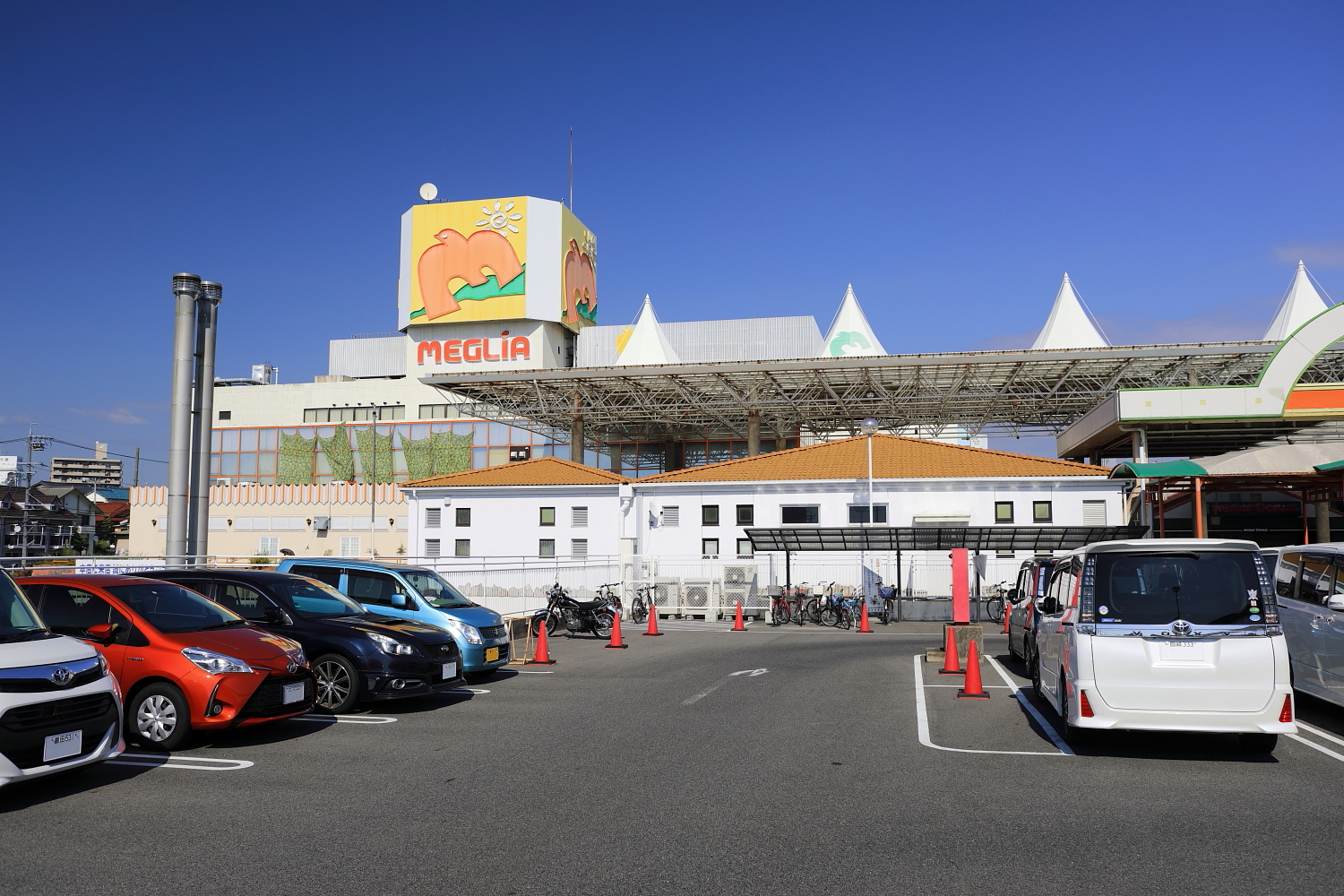
メグリア本店 （2019年（令和元年）9月）
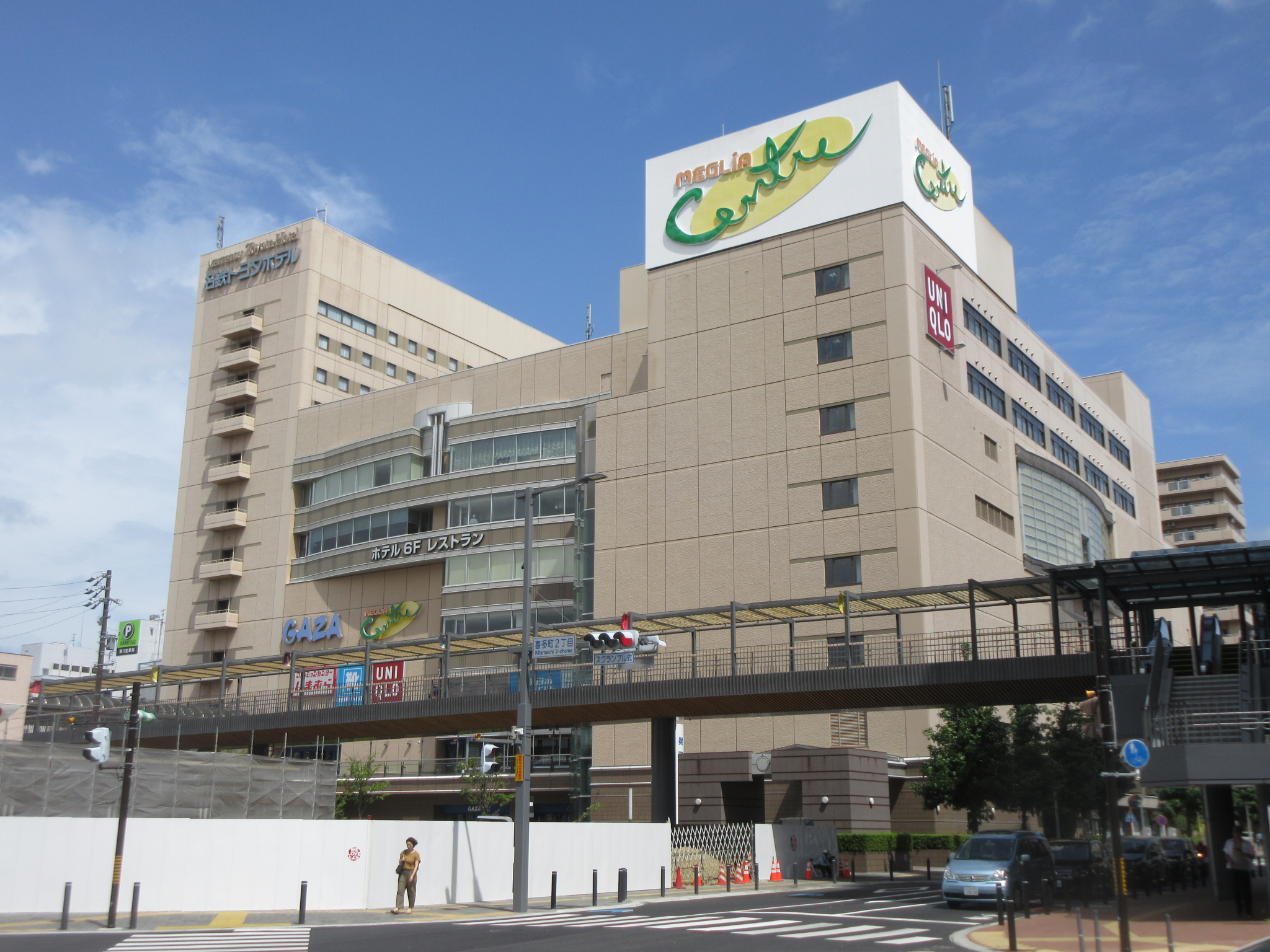
GAZA （2019年（令和元年）8月）
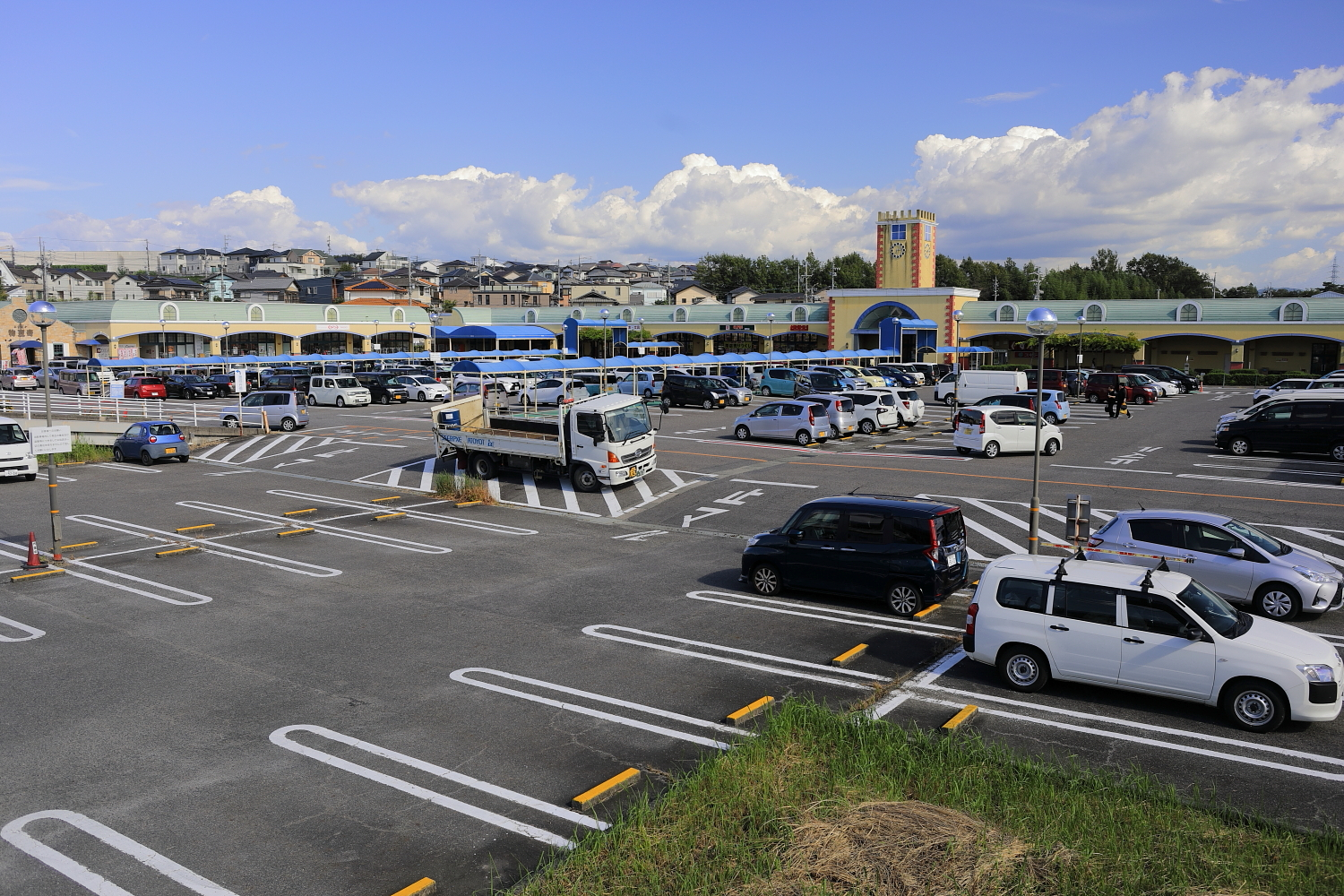
メグリア藤岡店 （2019年（令和元年）9月）
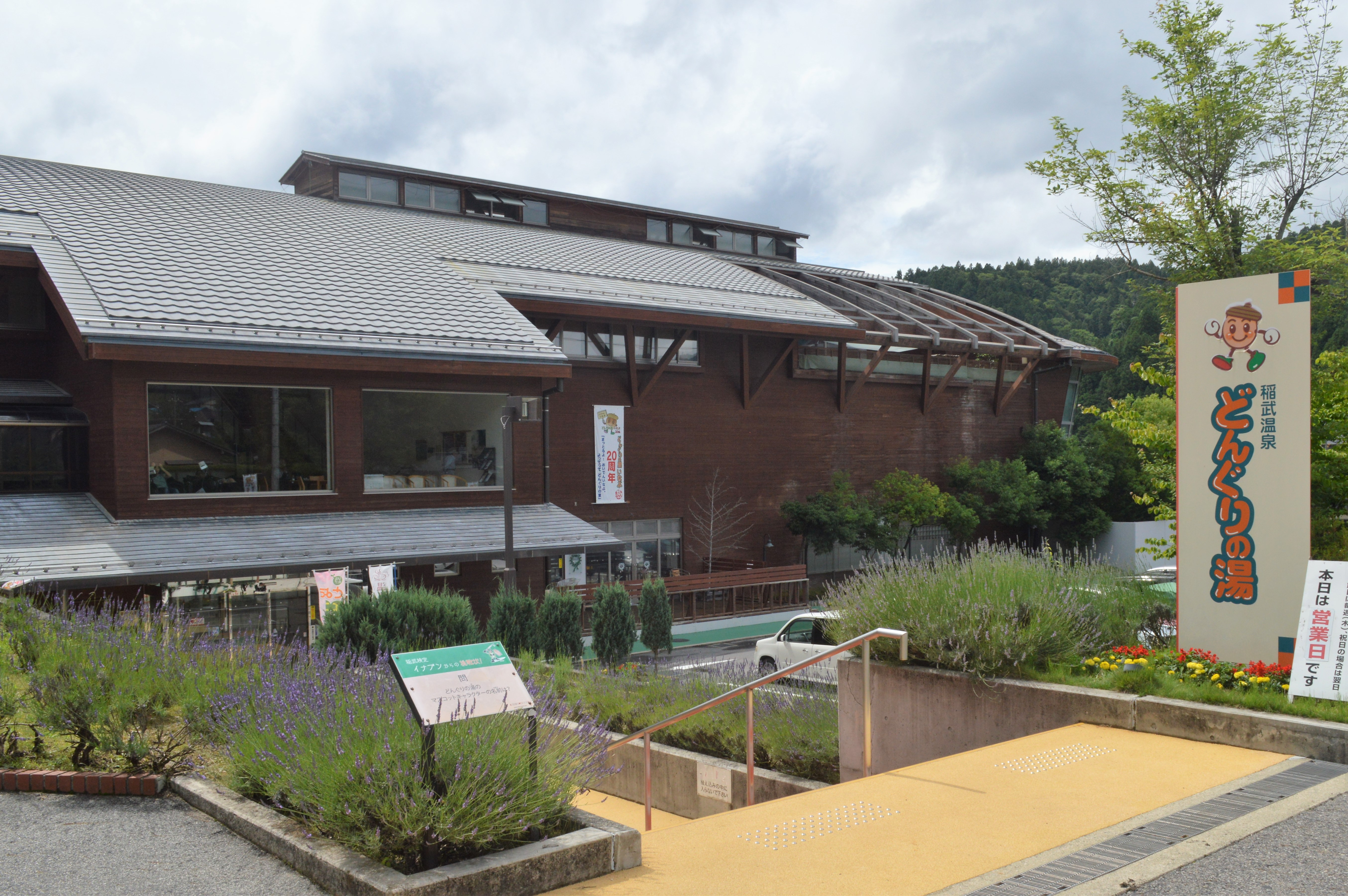
道の駅どんぐりの里いなぶ

名鉄豊田市駅周辺には長崎屋豊田店、豊田そごう(後の松坂屋豊田店)、豊田サティ、ギャラリエアピタ豊田店が過去には存在したが相次いで閉店になった。2015年8月にはイオン豊田店が店舗の老朽化に伴い閉店したが、取り壊し・建て替えの上、2017年9月7日にイオンスタイル豊田として開店した。
映画館
- イオンシネマ豊田KiTARA - KiTARAにある映画館（シネコン）。9スクリーン。2017年11月25日オープン。
- トヨタグランド - 1980年から2019年4月14日まで寿町にあった映画館。閉館時は2スクリーン。
- ジャスコファミリーシアター高橋 - 1988年から2000年までジャスコ高橋店にあった映画館。2スクリーン。
- 挙母劇場 - 1882年から1994年まで神明町にあった映画館。
- アート座 - 1951年から1991年まで喜多町にあった映画館。
- 昭和劇場 - 1960年代まで久保町にあった映画館。

### 本社を置く主な企業

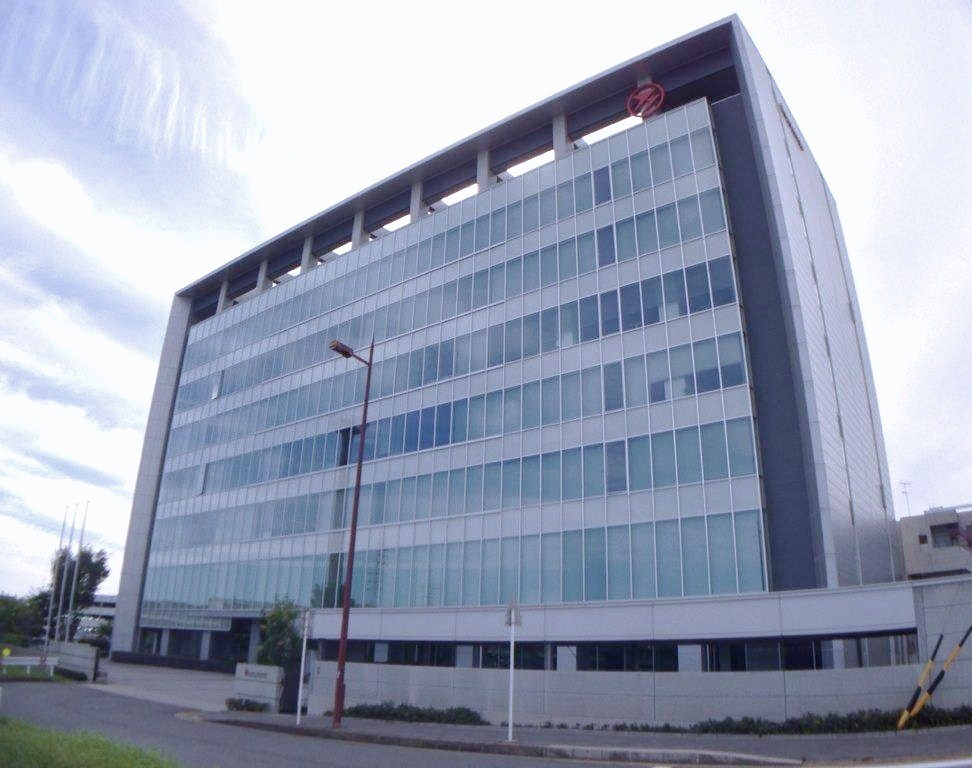
豊田鉄工 （2015年（平成27年）11月）
善都本社 （2017年（平成29年）12月）
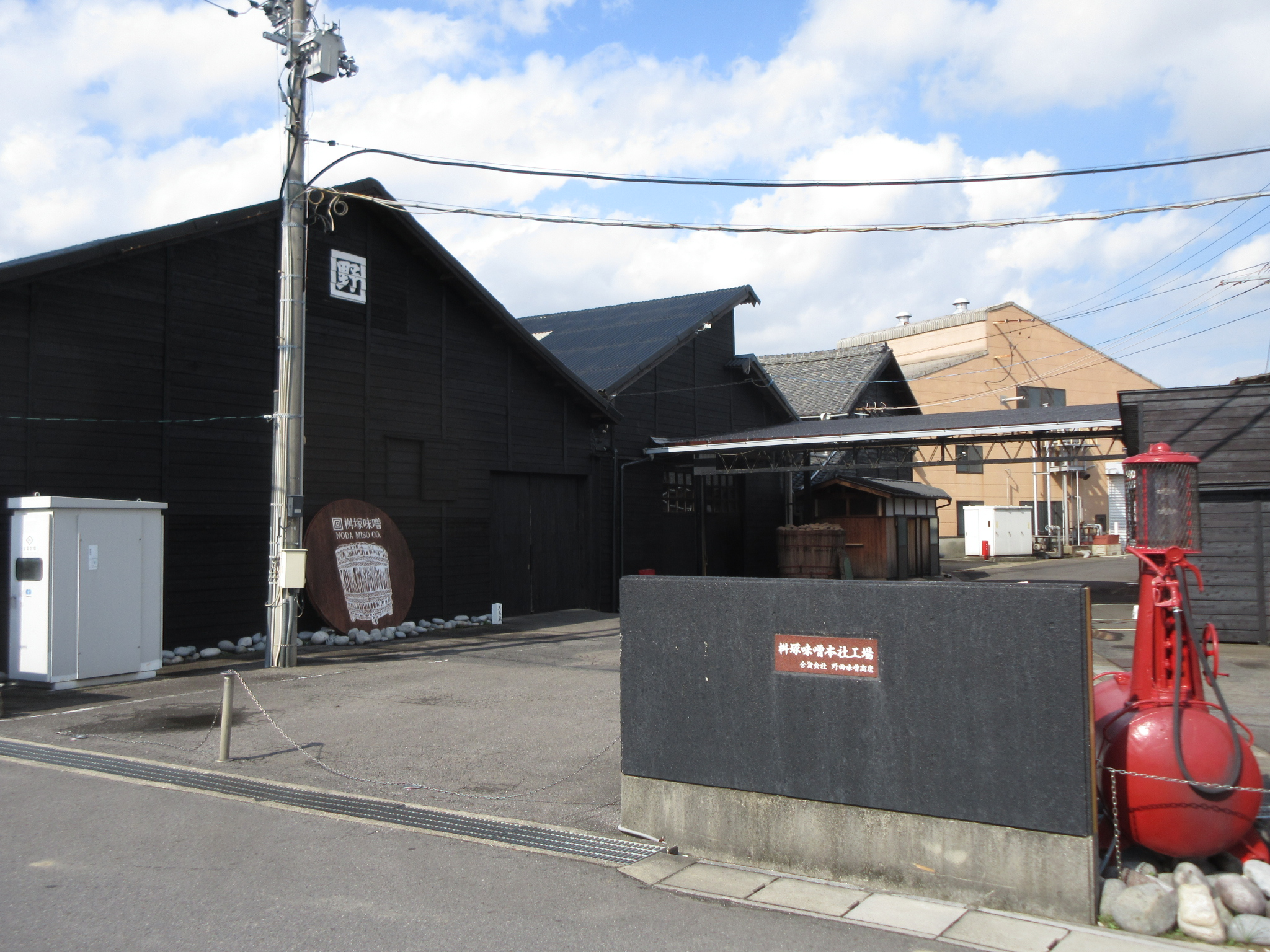
のだみそ本社工場 （2018年（平成30年）10月）

上場企業
- トヨタ自動車
- 大豊工業
- トリニティ工業
- 富士精工

その他の主な企業
- 三協高分子
- 豊田鉄工
- 善都
- 小島プレス工業
- アイシン高丘
- のだみそ
- 井桁堂
- 都筑
- トヨタテクニカルディベロップメント
- コバック
- 東豊工業

- 豊田鉄工
（2015年（平成27年）11月）
- 善都本社
（2017年（平成29年）12月）
- のだみそ本社工場
（2018年（平成30年）10月）

### 金融機関
- あいち銀行豊田支店・豊田浄水支店 - 挙母町
- あいち銀行豊田南支店 - 曙町
- あいち銀行豊田中央支店 - 十塚町
- 大垣共立銀行豊田支店 - 喜多町
- 岡崎信用金庫上挙母支店 - 下市場町
- 岡崎信用金庫豊田支店 - 喜多町
- 岡崎信用金庫豊田南支店 - 山之手
- 岡崎信用金庫前山支店 - 前山町
- 岡崎信用金庫豊田美里支店 - 広川町
- 岡崎信用金庫高岡支店 - 若林東町
- 十六銀行豊田支店 - 西町
- 十六銀行山之手支店 - 山之手
- 瀬戸信用金庫豊田支店 - 陣中町
- 瀬戸信用金庫猿投支店 - 青木町
- 瀬戸信用金庫藤岡支店 - 藤岡飯野町
- 東海労働金庫豊田支店 - 山之手
- 東海労働金庫豊田北支店 - 京町
- 豊田信用金庫本店 - 元城町
- 豊田信用金庫朝日支店 - 宮上町
- 豊田信用金庫下市場支店 - 下市場町
- 豊田信用金庫陣中支店 - 日之出町
- 豊田信用金庫田中支店 - 田中町
- 豊田信用金庫土橋支店 - 曙町
- 豊田信用金庫豊田駅前支店 - 喜多町
- 豊田信用金庫トヨタ町支店 - 前山町
- 豊田信用金庫元町支店 - 広久手町
- 豊田信用金庫山之手支店 - 山之手
- 豊田信用金庫若宮支店 - 若宮町
- 豊田信用金庫神池支店 - 神池町
- 豊田信用金庫高橋支店 - 高橋町
- 豊田信用金庫野見山支店 - 野見山町
- 豊田信用金庫上郷支店 - 上郷町
- 豊田信用金庫大林支店 - 大林町
- 豊田信用金庫高岡支店 - 若林西町
- 豊田信用金庫堤支店 - 堤町
- 豊田信用金庫八橋支店 - 花園町
- 豊田信用金庫青木支店 - 青木町
- 豊田信用金庫井上支店 - 井上町
- 豊田信用金庫猿投支店 - 四郷町
- 豊田信用金庫浄水支店 - 浄水町
- 豊田信用金庫保見支店 - 保見町
- 豊田信用金庫藤岡支店 - 藤岡飯野町
- 豊田信用金庫足助支店 - 足助町
- 豊田信用金庫稲武支店 - 稲武町
- 名古屋銀行豊田営業部 - 喜多町
- 名古屋銀行豊田南支店 - 山之手
- 名古屋銀行豊田東支店 - 渋谷町
- 名古屋銀行豊田浄水支店 - 浄水町
- 百五銀行豊田支店 - 喜多町
- 碧海信用金庫豊田支店 - 喜多町
- 碧海信用金庫豊田西支店 - 小川町
- 碧海信用金庫高岡支店 - 若林東町
- 碧海信用金庫豊田南支店 - 大林町
- 碧海信用金庫豊田東支店 - 上野町
- 碧海信用金庫上郷支店 - 上郷町
- 碧海信用金庫寿町支店 - 寿町
- 碧海信用金庫朝日支店 - 朝日町
- みずほ銀行豊田支店 - 西町
- 三十三銀行豊田支店 - 喜多町
- 三井住友銀行豊田支店 - 喜多町
- 三菱UFJ銀行豊田支店 - 喜多町
- 三菱UFJ銀行豊田支店豊田市役所出張所 - 西町
- 三菱UFJ銀行豊田南支店 - 山之手

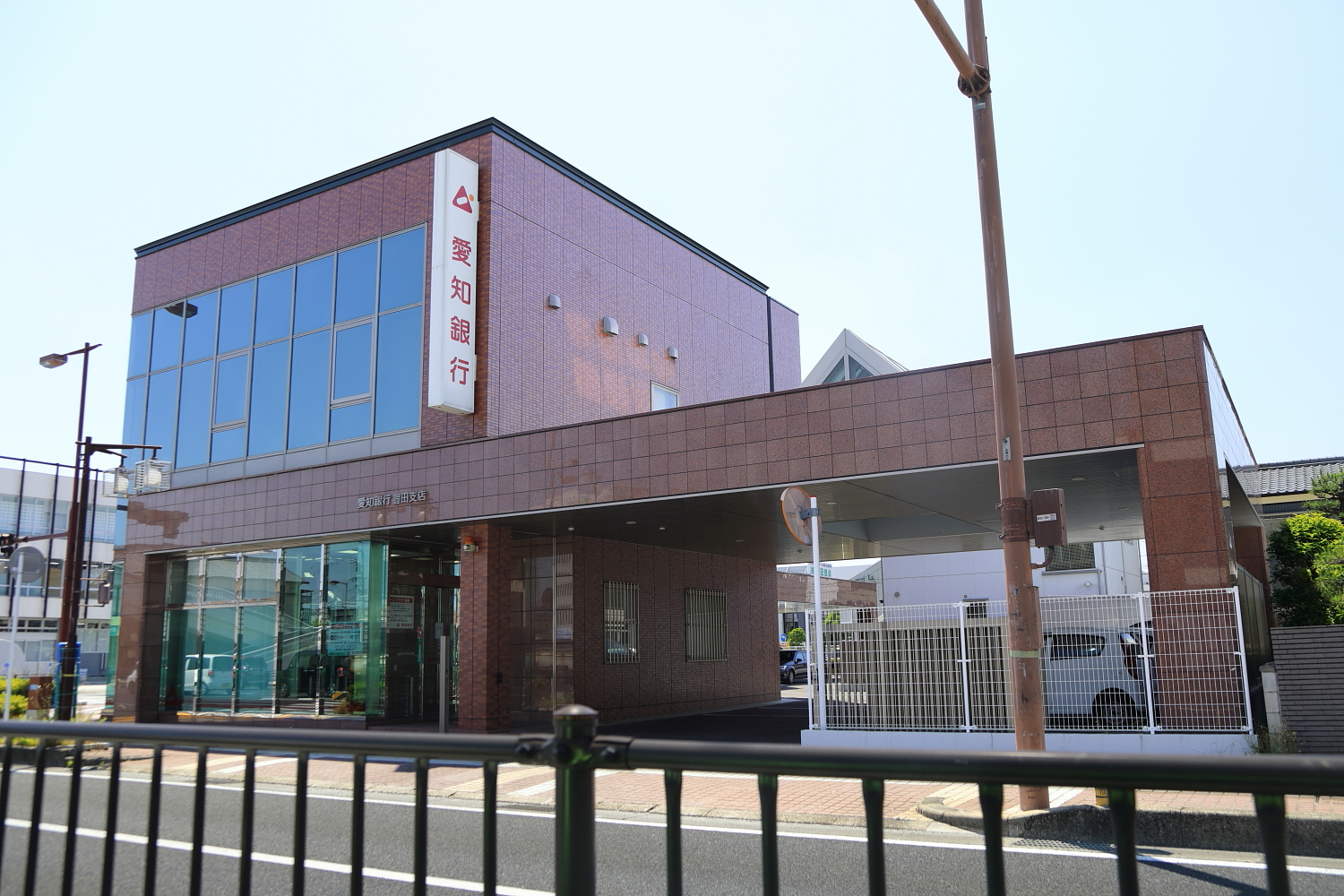
あいち銀行（旧：愛知銀行）豊田支店 （2019年（令和元年）9月）
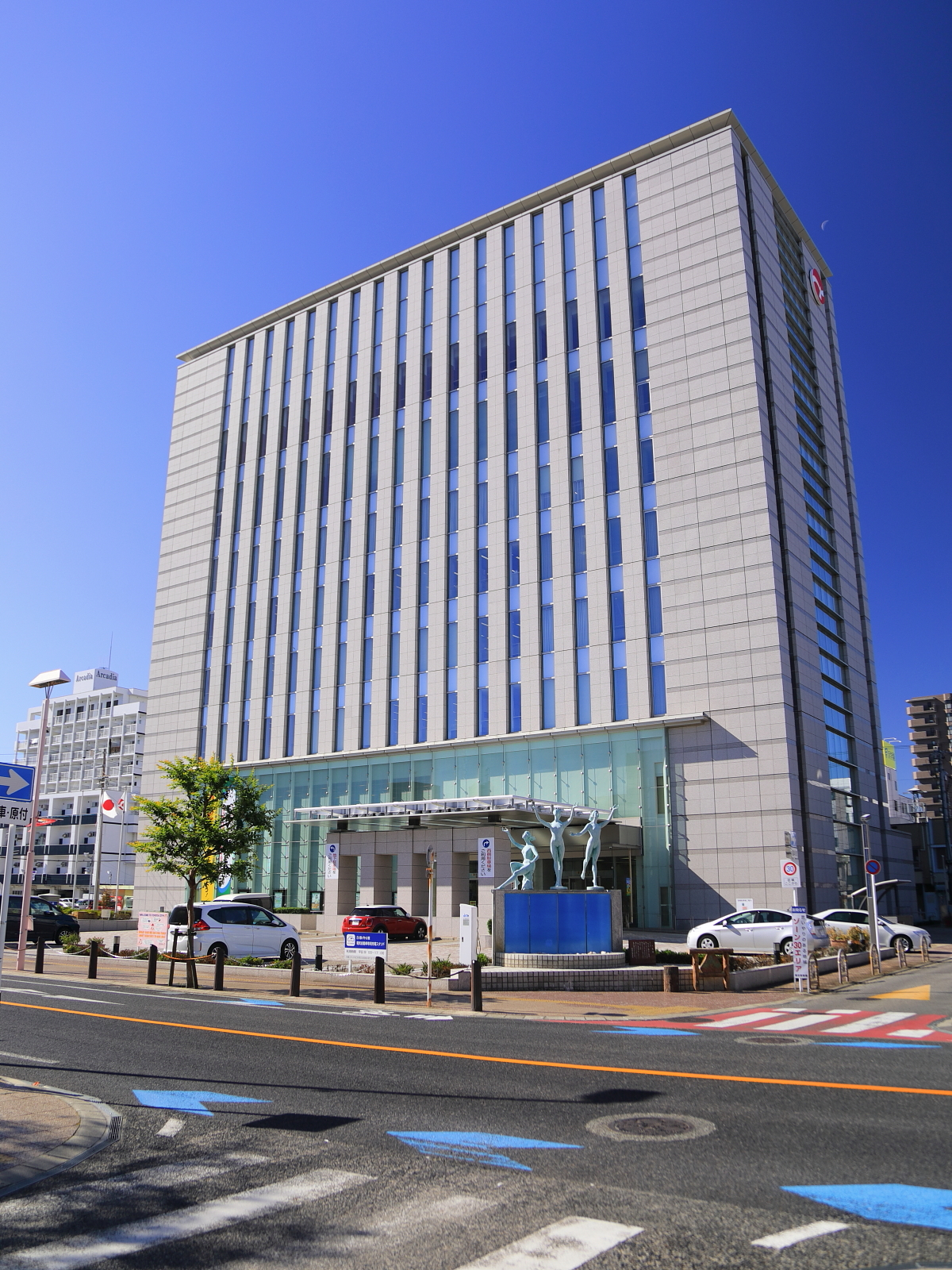
豊田信用金庫本店 （2018年（平成30年）11月）
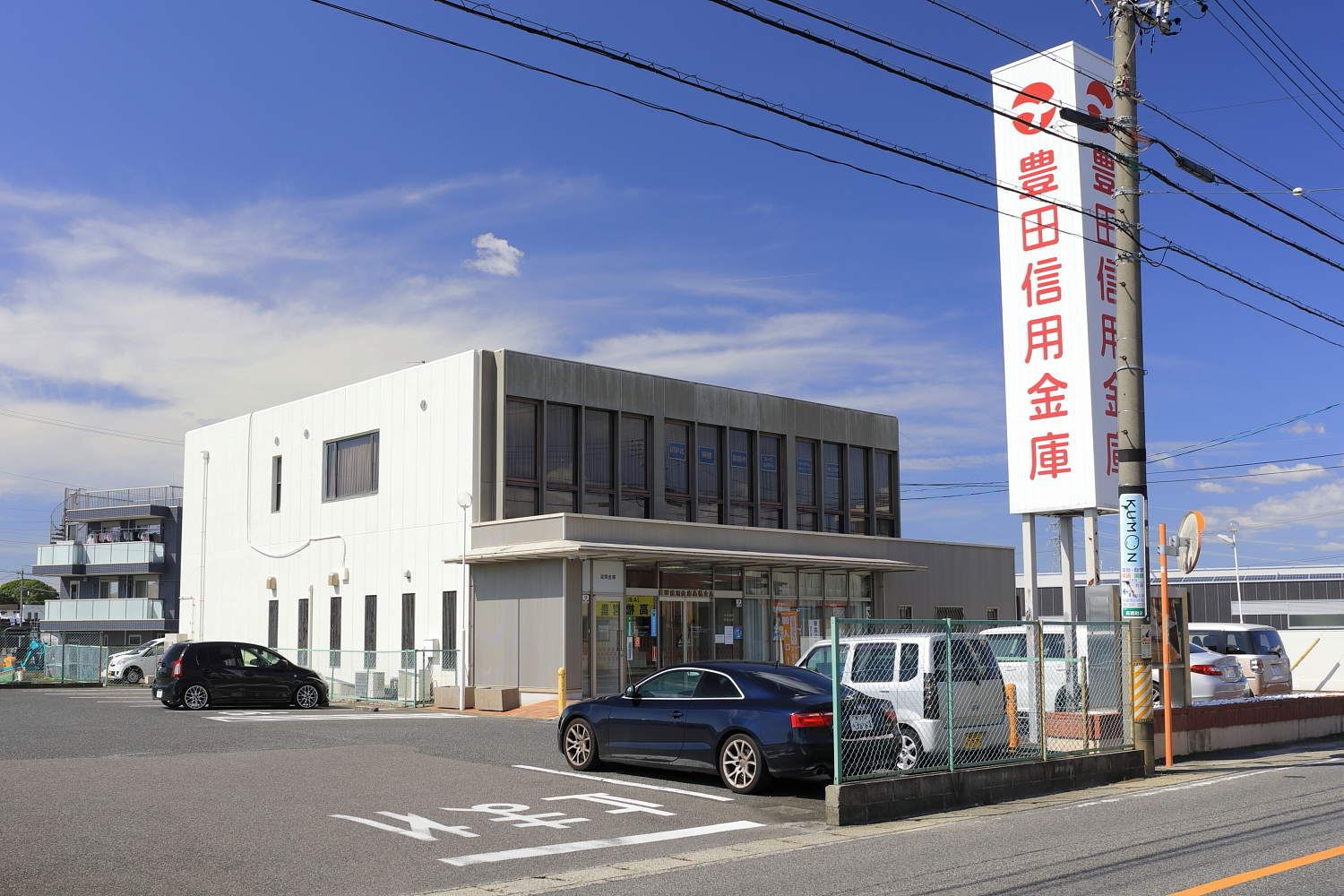
豊田信用金庫高橋支店 （2019年（令和元年）9月）
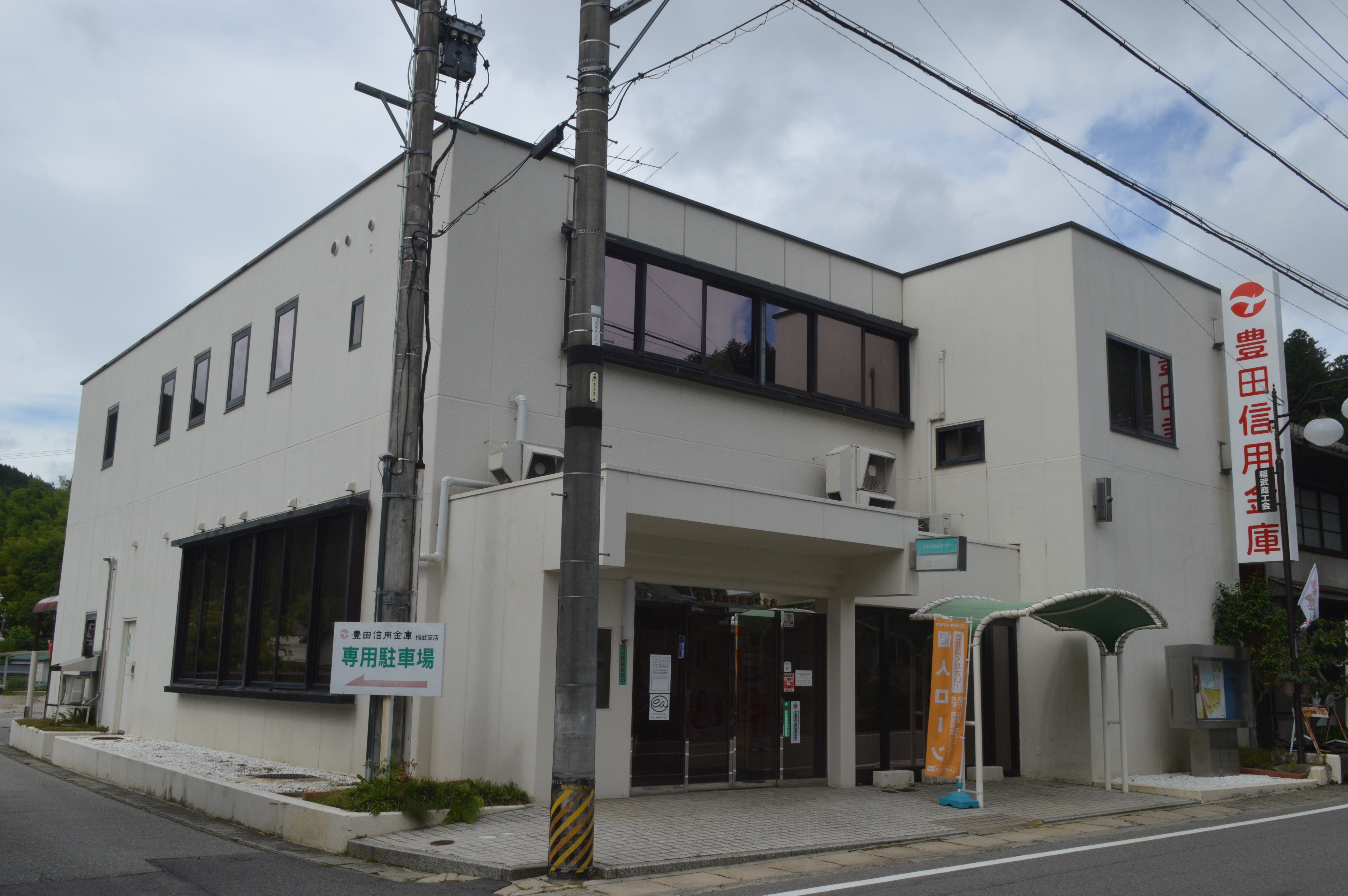
豊田信用金庫稲武支店 （2018年（平成30年）6月）

## 情報・生活

### マスメディア

#### 新聞
地域紙
- 新三河タイムス
- 矢作新報

#### 放送局
テレビ
- ひまわりネットワーク（CATV）

ラジオ
- RADIO LOVEAT - コミュニティFM

#### 中継局
- 稲武西テレビ中継局
- 稲武東テレビ中継局
- NHK足助東テレビ中継局
- NHK藤岡テレビ中継局

### ライフライン

#### 電気
- 中部電力パワーグリッド
  - 豊田営業所 - 十塚町
  - 豊田電力センター - 大清水町
- 中部電力
  - 愛知水力センター - 平戸橋町

##### 発電所

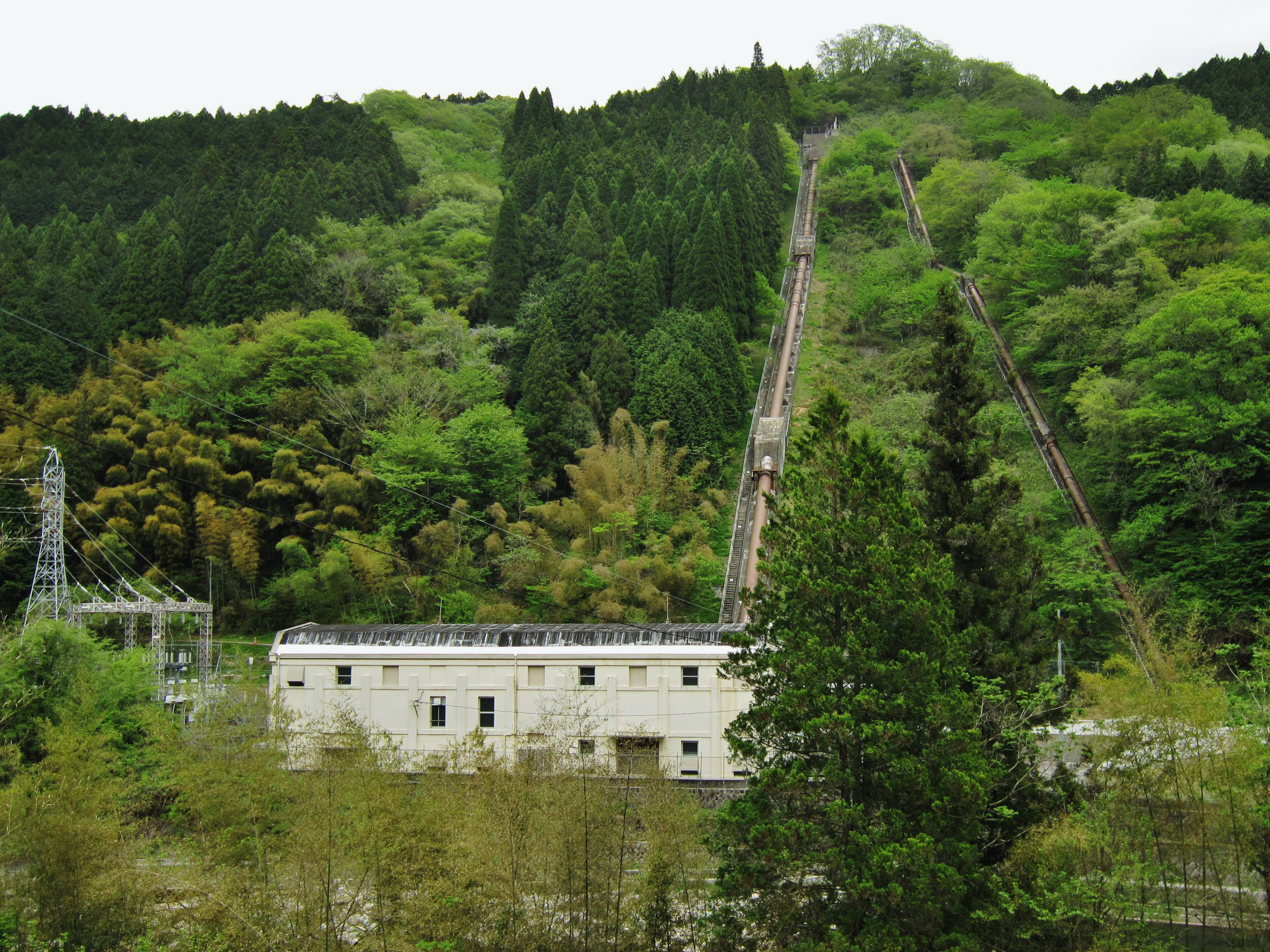
押山発電所 （2012年（平成24年）5月）
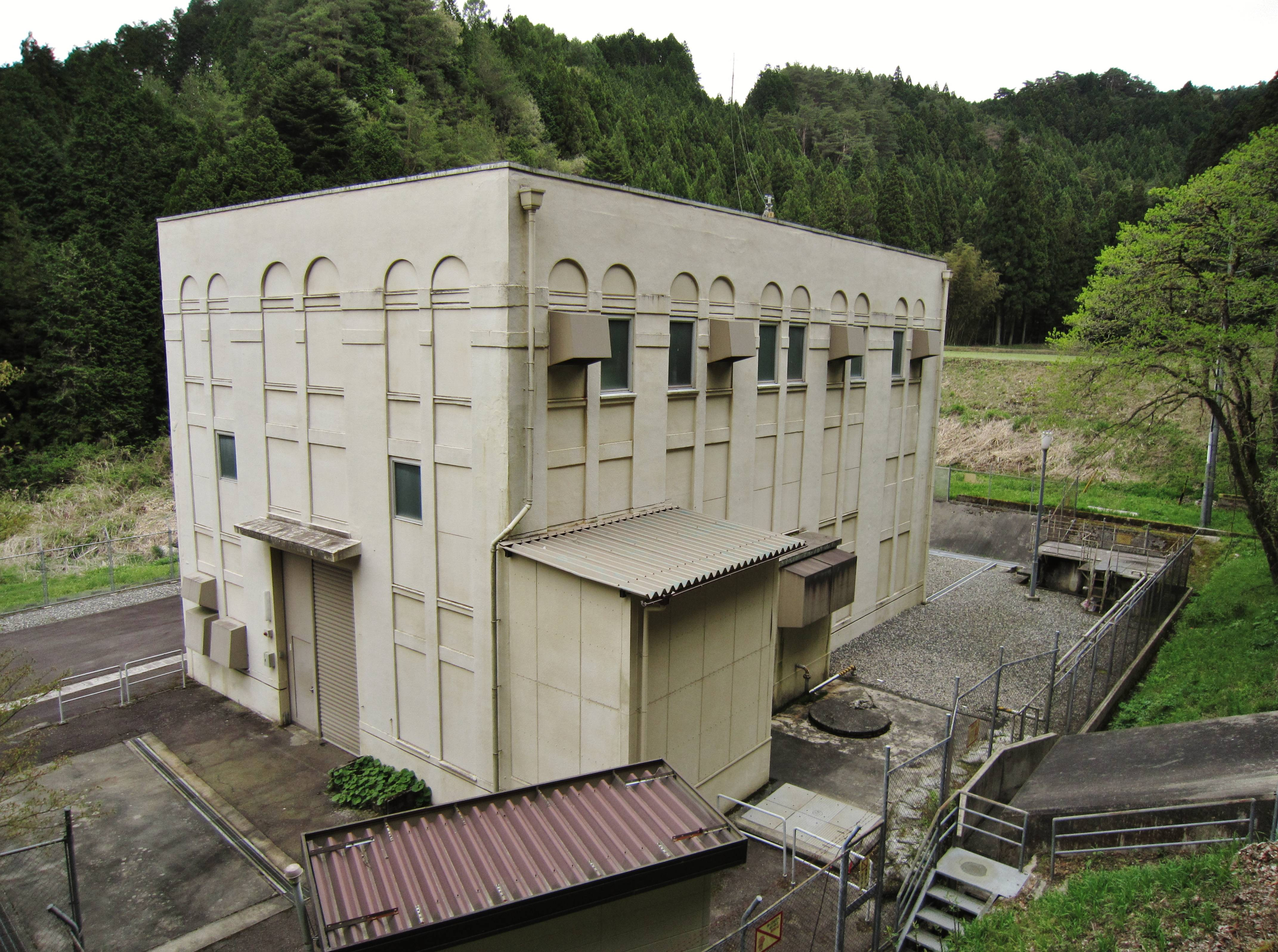
黒田発電所 （2012年（平成24年）5月）
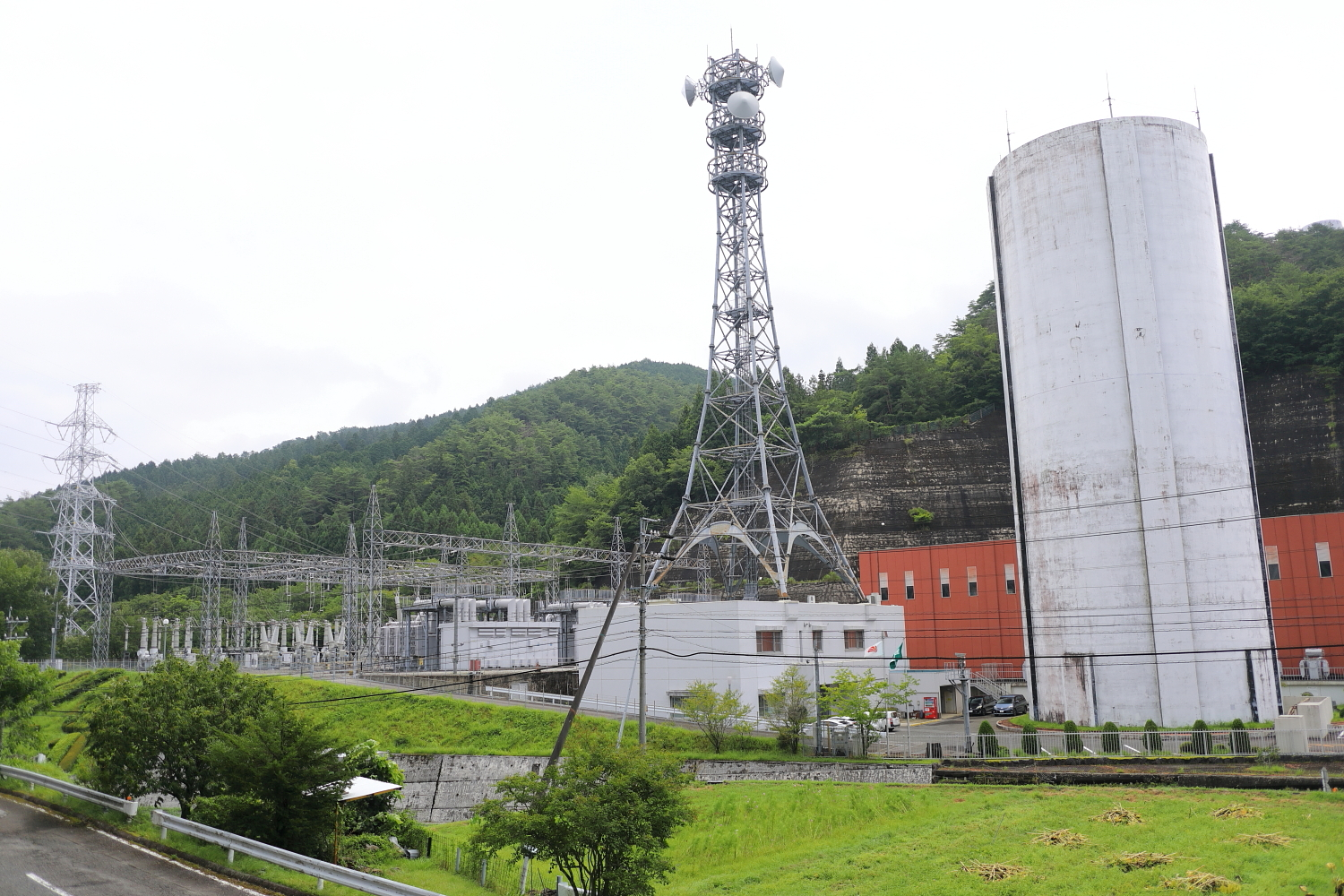
奥矢作第一発電所 （2019年（令和元年）8月）
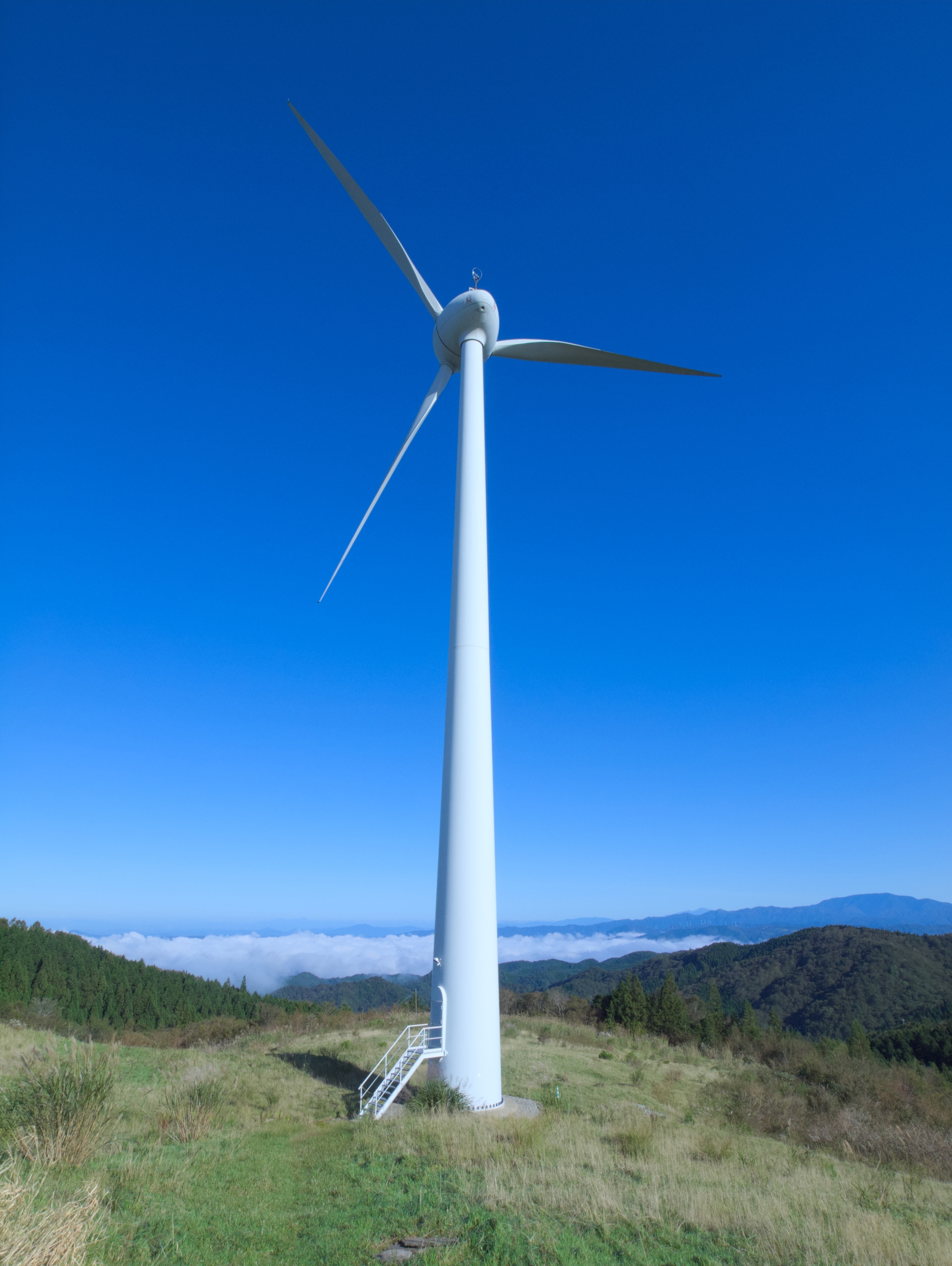
面ノ木風力発電所 （2011年（平成23年）9月）

中部電力
- 足助発電所 - 足助町
- 阿摺発電所 - 大河原町
- 押山発電所 - 押山町
- 賀茂発電所 - 安実京町
- 川下発電所 - 川下町
- 黒田発電所 - 黒田町
- 越戸発電所 - 平戸橋町
- 笹戸発電所 - 笹戸町
- 白瀬発電所 - 幸海町
- 百月発電所 - 百月町
- 時瀬発電所 - 時瀬町
- 巴川発電所 - 四ツ松町
- 東大見発電所 - 東大見町
- 真弓発電所 - 川手町
- 盛岡発電所 - 戸中町
- 矢作第一発電所 - 恵那市串原閑羅瀬
- 矢作第二発電所 - 市平町
- 奥矢作第一発電所 - 小田木町
- 奥矢作第二発電所 - 牛地町

その他
- 面ノ木風力発電所 - 稲武町
- 豊田第一発電所 - 西中山町
- 豊田第二発電所

##### 変電所
中部電力パワーグリッド
- 愛知変電所 - 川下町
- 和会変電所 - 和会町
- 北豊田変電所 - 田籾町
- 鴻ノ巣変電所 - 鴻ノ巣町
- 東部変電所 - 東大島町
- 西広瀬変電所 - 西広瀬町
- 西町変電所 - 西町
- 南豊田変電所 - 宝町
- 宮口変電所 - 宮町

#### ガス
都市ガス
- 東邦ガス豊田営業所 - 挙母町

#### 上下水道
- 愛知県企業庁
- 豊田市上下水道局

#### 処理施設
ごみ処理施設
- グリーンクリーンふじの丘 - 藤岡飯野町
- 渡刈クリーンセンター - 渡刈町
- 藤岡プラント - 下川口町
- 逢妻衛生プラント - 前林町

リサイクル
- 緑のリサイクルセンター - 枝下町

し尿処理施設

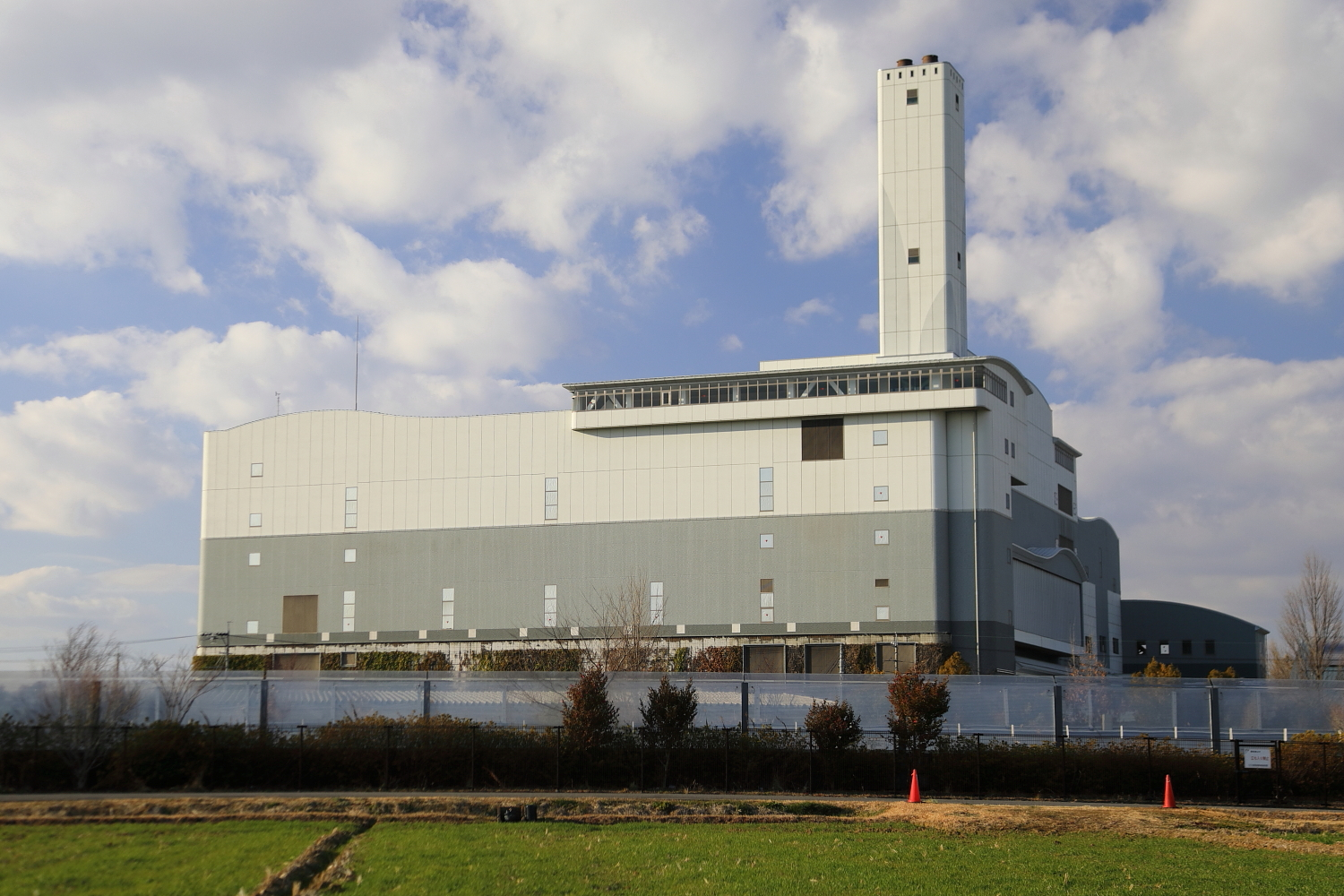
渡刈クリーンセンター
（2019年（平成31年）2月）

- 逢妻衛生処理組合 - 2015年（平成27年）3月31日解散。

#### 火葬施設
- 豊田市古瀬間聖苑 - 古瀬間町

## 教育・研究機関

### 大学

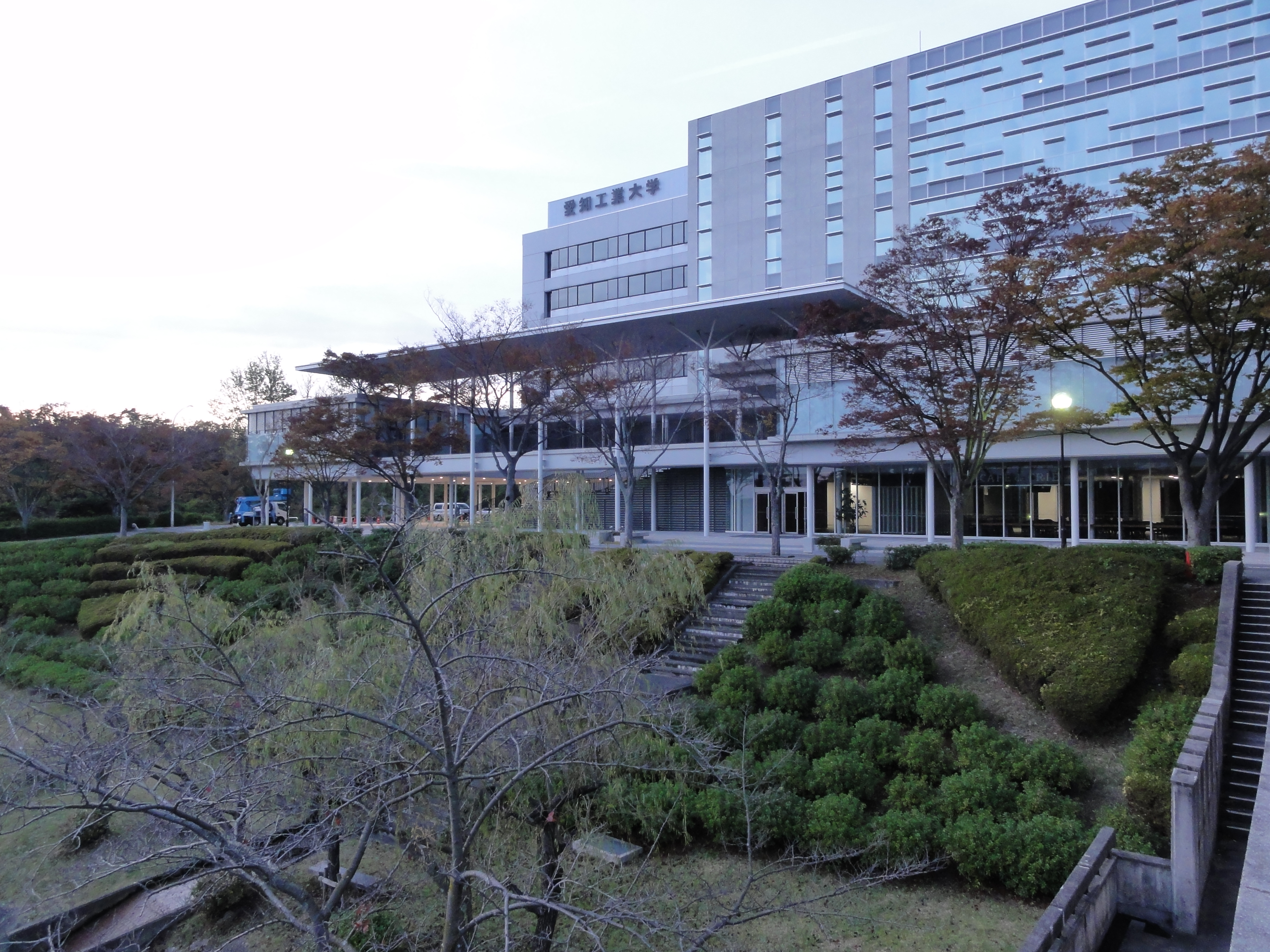
愛知工業大学八草キャンパス （2011年（平成23年）11月）
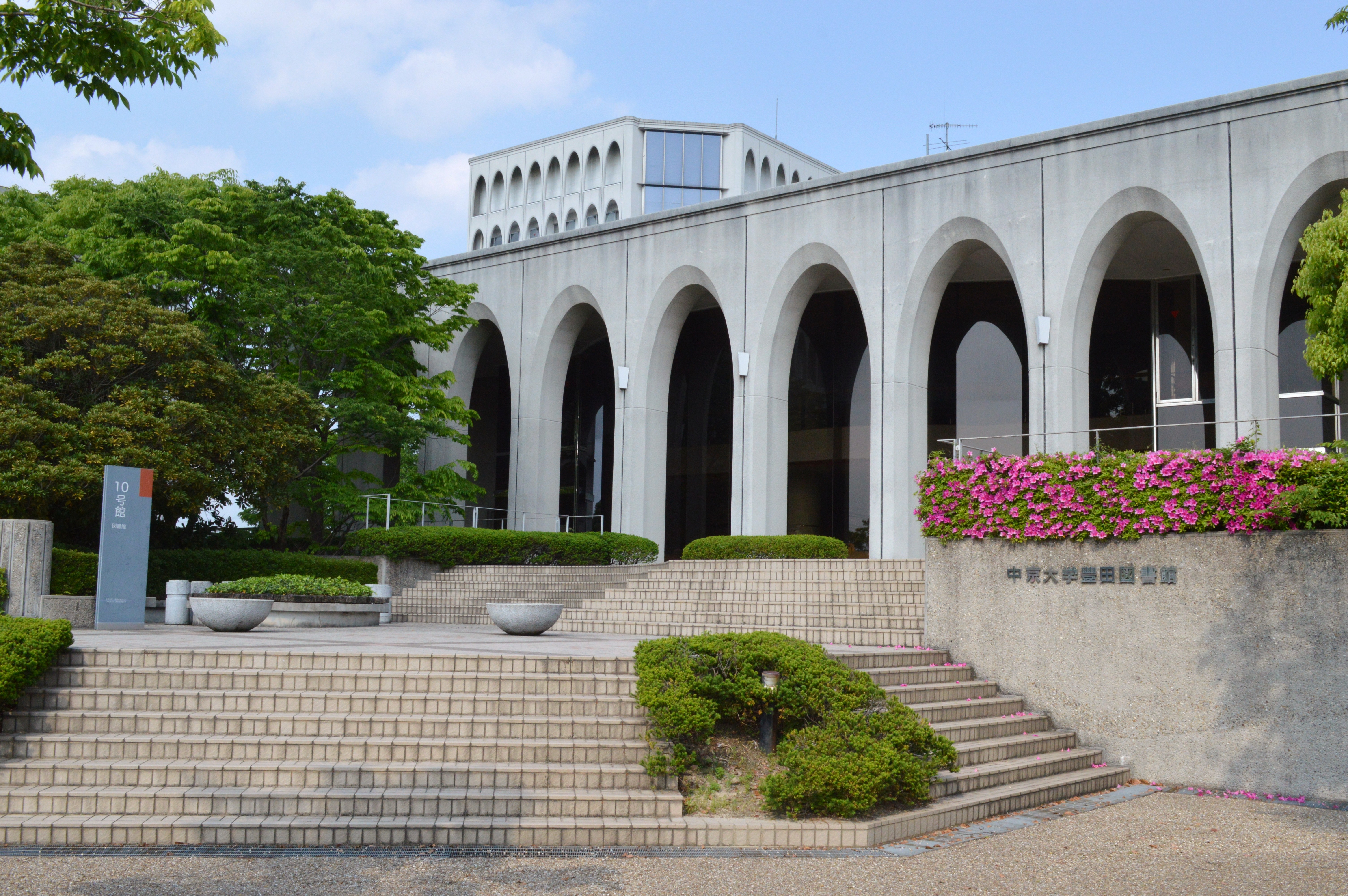
中京大学豊田キャンパス （2017年（平成29年）5月）
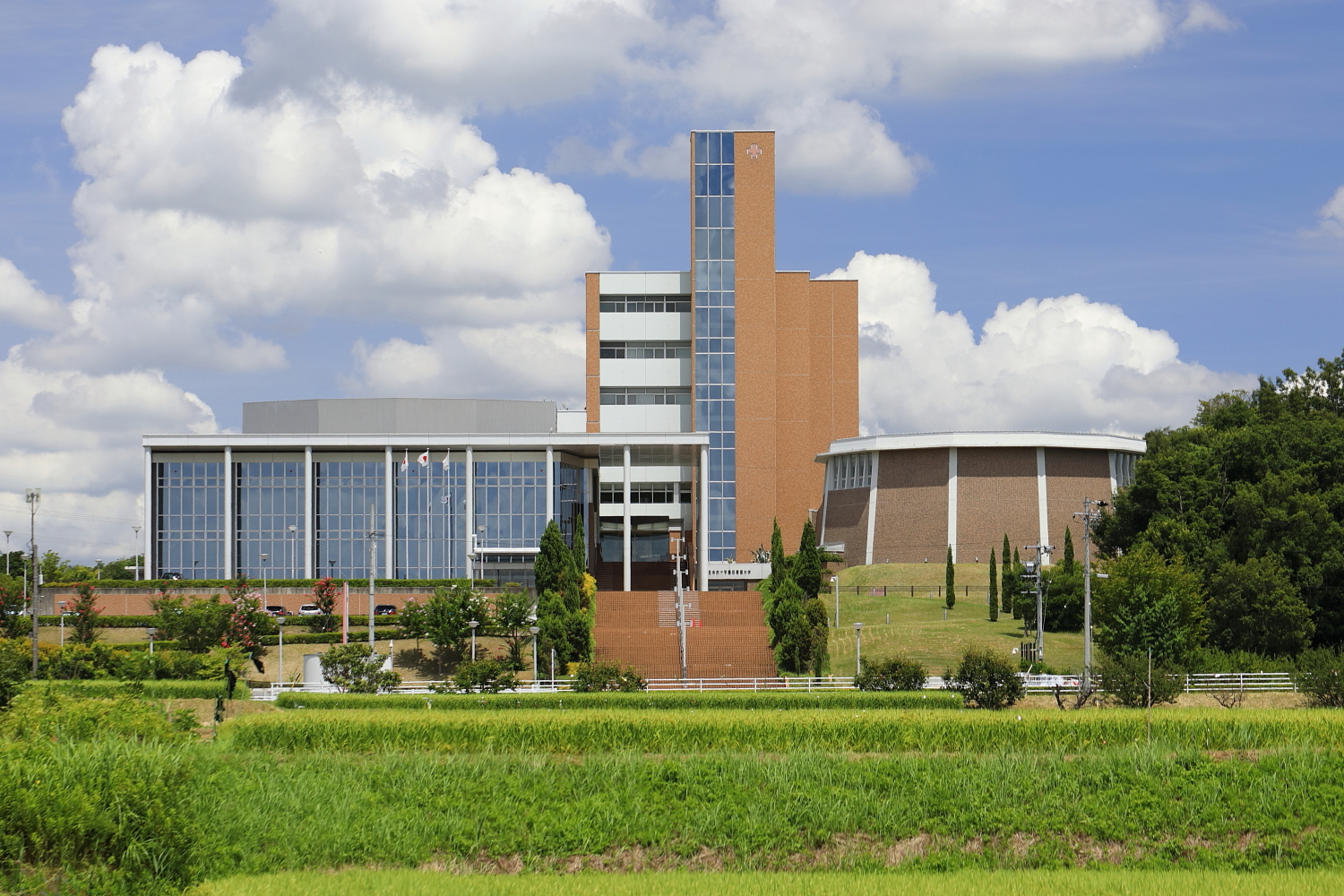
日本赤十字豊田看護大学 （2019年（令和元年）8月）

公立
- 愛知県立芸術大学豊田市藤沢アートハウス - 藤沢町

私立
- 愛知学泉大学豊田キャンパス - 大池町。岡崎キャンパスは岡崎市にある。
- 愛知工業大学 - 八草町
- 愛知淑徳大学藤岡グランド - 上渡合町
- 中京大学豊田キャンパス - 貝津町。名古屋キャンパスは名古屋市昭和区にある。
- 名古屋女子大学豊田運動場 - 猿投町
- 日本赤十字豊田看護大学 - 白山町

なお、豊田工業大学は当市にはなく、名古屋市天白区にある。

### 高等専門学校

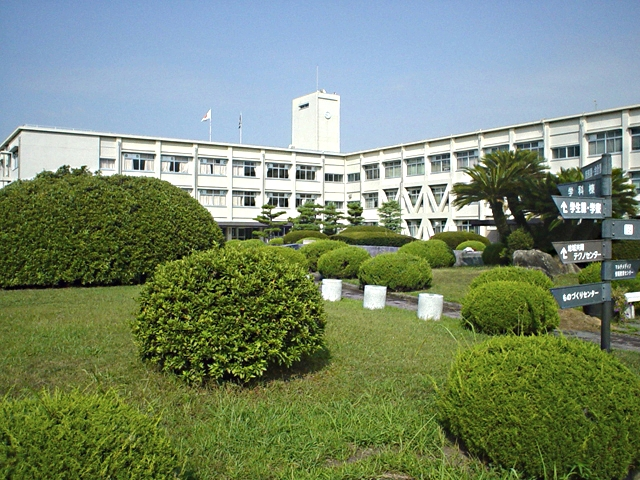
豊田工業高等専門学校 （2006年（平成18年）8月）

　国立
- 豊田工業高等専門学校 - 栄生町

### 高等学校
- 愛知県立豊田高等学校
（2018年（平成30年）6月）
- 愛知県立豊田北高等学校
（2010年（平成22年）2月）
- 尾張学園豊田大谷高等学校
（2016年（平成28年）10月）

公立
- 愛知県立衣台高等学校 - 太平町
- 愛知県立猿投農林高等学校 - 井上町
- 愛知県立松平高等学校 - 鵜ケ瀬町
- 愛知県立豊田工科高等学校 - 竹元町
- 愛知県立豊田高等学校 - 伊保町
- 愛知県立豊田西高等学校 - 小坂町
- 愛知県立豊田東高等学校 - 御立町
- 愛知県立豊田南高等学校 - 若林東町
- 愛知県立豊田北高等学校 - 千石町
- 愛知県立豊野高等学校 - 渡刈町
- 愛知県立足助高等学校 - 岩神町
- 愛知県立加茂丘高等学校 - 藤岡飯野町

私立
- 杜若高等学校 - 平戸橋町
- 豊田大谷高等学校 - 保見町
- トヨタ工業学園高等部 - 保見町

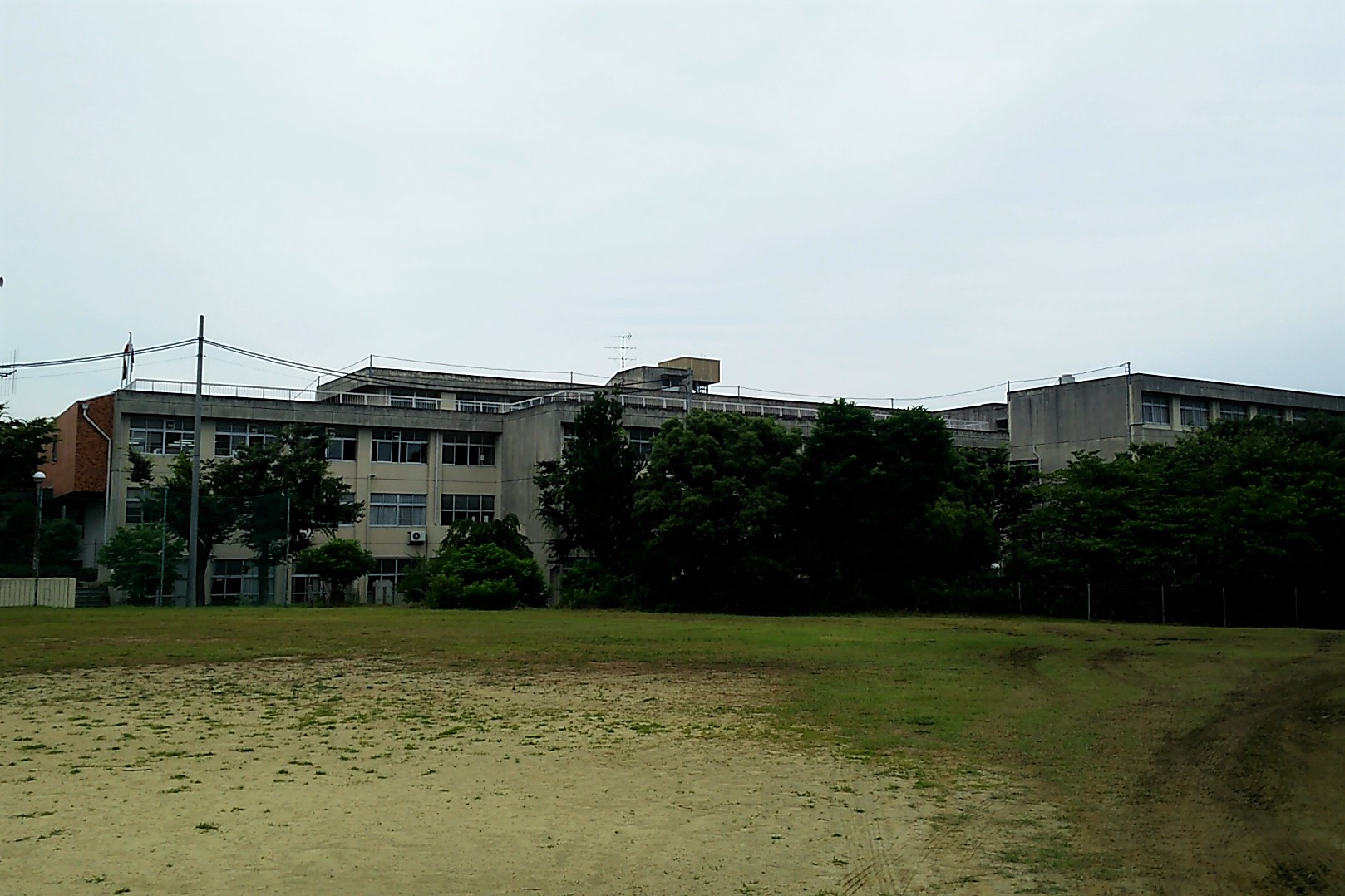
愛知県立豊田高等学校 （2018年（平成30年）6月）
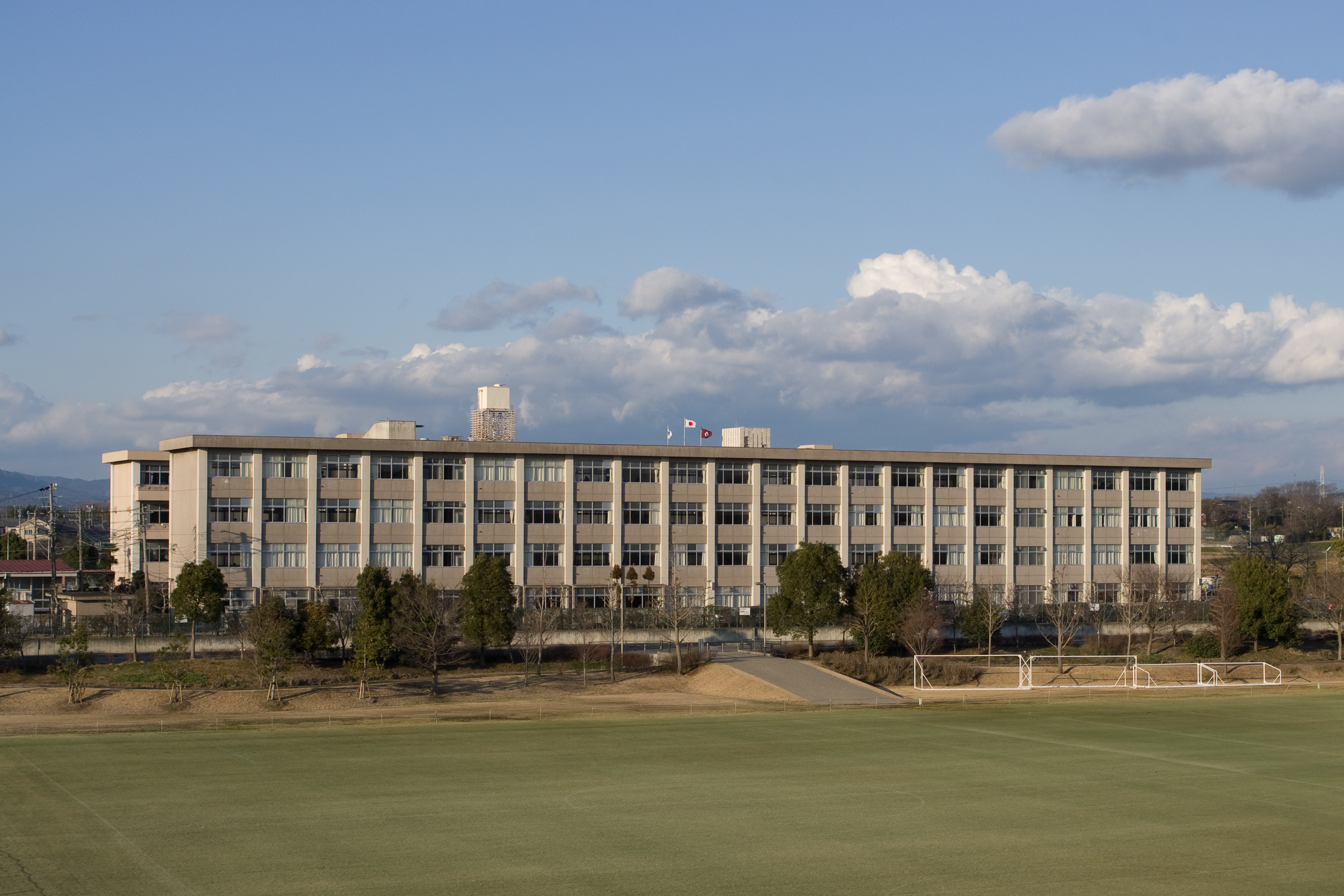
愛知県立豊田北高等学校 （2010年（平成22年）2月）
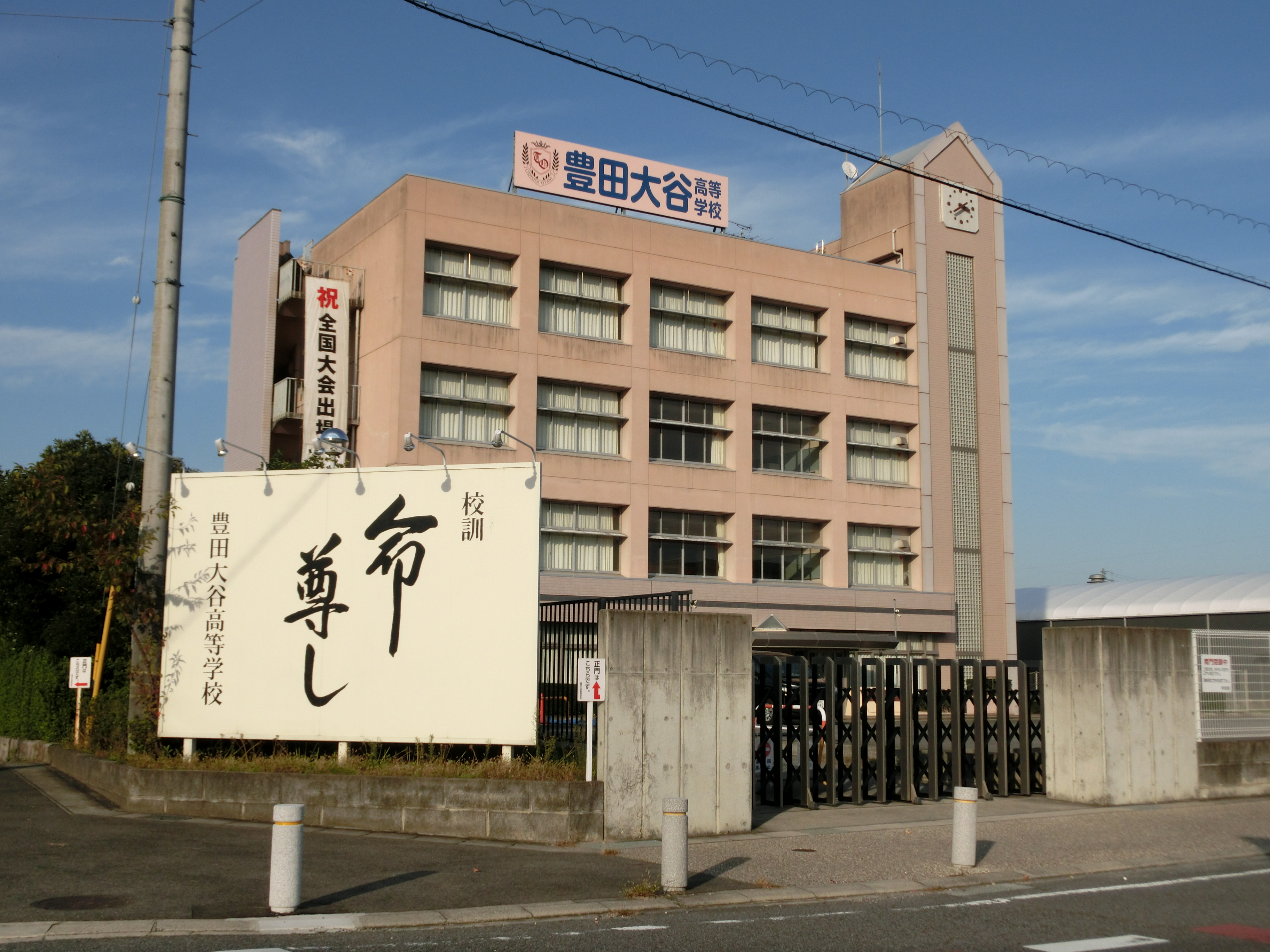
尾張学園豊田大谷高等学校 （2016年（平成28年）10月）

- ルネサンス高等学校 豊田駅前キャンパス - 小坂本町
- ルネサンス豊田高等学校 - 藤沢町

### 中学校・小学校
公立
| 中学校                          | 小学校                                      |
| ------------------------------- | ------------------------------------------- |
| 豊田市立崇化館中学校 - 栄町     | 豊田市立挙母小学校 - 平芝町                 |
| 豊田市立崇化館中学校 - 栄町     | 豊田市立元城小学校 - 八幡町                 |
| 豊田市立崇化館中学校 - 栄町     | 豊田市立朝日小学校 - 朝日町                 |
| 豊田市立朝日丘中学校 - 朝日ケ丘 | 豊田市立童子山小学校 - 御幸町               |
| 豊田市立朝日丘中学校 - 朝日ケ丘 | 豊田市立根川小学校（一部除く） - 下林町     |
| 豊田市立朝日丘中学校 - 朝日ケ丘 | 豊田市立山之手小学校（一部） - 山之手       |
| 豊田市立朝日丘中学校 - 朝日ケ丘 | 豊田市立衣丘小学校 - 三軒町                 |
| 豊田市立豊南中学校 - 水源町     | 豊田市立根川小学校（一部）                  |
| 豊田市立豊南中学校 - 水源町     | 豊田市立平和小学校 - 平和町                 |
| 豊田市立豊南中学校 - 水源町     | 豊田市立前山小学校（一部除く） - 前山町     |
| 豊田市立豊南中学校 - 水源町     | 豊田市立山之手小学校（一部）                |
| 豊田市立高橋中学校 - 高橋町     | 豊田市立寺部小学校 - 上野町                 |
| 豊田市立高橋中学校 - 高橋町     | 豊田市立平井小学校 - 百々町                 |
| 豊田市立高橋中学校 - 高橋町     | 豊田市立矢並小学校 - 矢並町                 |
| 豊田市立高橋中学校 - 高橋町     | 豊田市立東山小学校（一部） - 渋谷町         |
| 豊田市立高橋中学校 - 高橋町     | 豊田市立市木小学校 - 市木町                 |
| 豊田市立上郷中学校 - 上郷町     | 豊田市立高嶺小学校 - 広美町                 |
| 豊田市立上郷中学校 - 上郷町     | 豊田市立畝部小学校 - 畝部西町               |
| 豊田市立高岡中学校 - 若林西町   | 豊田市立若林東小学校 - 若林東町             |
| 豊田市立高岡中学校 - 若林西町   | 豊田市立若林西小学校 - 若林西町             |
| 豊田市立保見中学校 - 保見町     | 豊田市立大畑小学校 - 大畑町                 |
| 豊田市立保見中学校 - 保見町     | 豊田市立伊保小学校 - 保見町                 |
| 豊田市立保見中学校 - 保見町     | 豊田市立東保見小学校（一部除く） - 保見ケ丘 |
| 豊田市立保見中学校 - 保見町     | 豊田市立西保見小学校 - 保見ケ丘             |
| 豊田市立猿投中学校 - 加納町     | 豊田市立加納小学校 - 加納町                 |
| 豊田市立猿投中学校 - 加納町     | 豊田市立東保見小学校（一部）                |
| 豊田市立猿投中学校 - 加納町     | 豊田市立四郷小学校（一部） - 四郷町         |
| 豊田市立猿投台中学校 - 青木町   | 豊田市立青木小学校 - 青木町                 |
| 豊田市立猿投台中学校 - 青木町   | 豊田市立西広瀬小学校 - 西広瀬町             |
| 豊田市立石野中学校 - 力石町     | 豊田市立東広瀬小学校 - 東広瀬町             |
| 豊田市立石野中学校 - 力石町     | 豊田市立中金小学校 - 中金町                 |
| 豊田市立石野中学校 - 力石町     | 豊田市立上鷹見小学校 - 上高町               |
| 豊田市立松平中学校 - 九久平町   | 豊田市立幸海小学校 - 幸海町                 |
| 豊田市立松平中学校 - 九久平町   | 豊田市立岩倉小学校 - 岩倉町                 |
| 豊田市立松平中学校 - 九久平町   | 豊田市立九久平小学校 - 九久平町             |
| 豊田市立松平中学校 - 九久平町   | 豊田市立滝脇小学校 - 滝脇町                 |
| 豊田市立松平中学校 - 九久平町   | 豊田市立豊松小学校 - 坂上町                 |
| 豊田市立竜神中学校 - 竜神町     | 豊田市立山之手小学校（一部）                |
| 豊田市立竜神中学校 - 竜神町     | 豊田市立竹村小学校 - 住吉町                 |
| 豊田市立竜神中学校 - 竜神町     | 豊田市立土橋小学校 - 土橋町                 |
| 豊田市立美里中学校 - 美里       | 豊田市立野見小学校 - 野見町                 |
| 豊田市立美里中学校 - 美里       | 豊田市立東山小学校（一部除く）              |
| 豊田市立美里中学校 - 美里       | 豊田市立広川台小学校 - 渋谷町               |
| 豊田市立逢妻中学校 - 新町       | 豊田市立小清水小学校 - 田町                 |
| 豊田市立逢妻中学校 - 新町       | 豊田市立美山小学校 - 美山町                 |
| 豊田市立若園中学校 - 花園町     | 豊田市立若園小学校 - 中根町                 |
| 豊田市立梅坪台中学校 - 西山町   | 豊田市立梅坪小学校 - 梅坪町                 |
| 豊田市立前林中学校 - 前林町     | 豊田市立堤小学校 - 堤本町                   |
| 豊田市立前林中学校 - 前林町     | 豊田市立駒場小学校 - 駒場町                 |
| 豊田市立益富中学校 - 志賀町     | 豊田市立古瀬間小学校 - 志賀町               |
| 豊田市立益富中学校 - 志賀町     | 豊田市立五ケ丘小学校 - 五ケ丘               |
| 豊田市立益富中学校 - 志賀町     | 豊田市立五ケ丘東小学校 - 五ケ丘             |
| 豊田市立末野原中学校 - 豊栄町   | 豊田市立前山小学校（一部）                  |
| 豊田市立末野原中学校 - 豊栄町   | 豊田市立寿恵野小学校 - 鴛鴨町               |
| 豊田市立末野原中学校 - 豊栄町   | 豊田市立大林小学校 - 大林町                 |
| 豊田市立井郷中学校 - 井上町     | 豊田市立四郷小学校（一部除く）              |
| 豊田市立井郷中学校 - 井上町     | 豊田市立井上小学校 - 井上町                 |
| 豊田市立藤岡中学校 - 木瀬町     | 豊田市立飯野小学校 - 藤岡飯野町             |
| 豊田市立藤岡中学校 - 木瀬町     | 豊田市立石畳小学校 - 石畳町                 |
| 豊田市立藤岡中学校 - 木瀬町     | 豊田市立御作小学校 - 御作町                 |
| 豊田市立小原中学校 - 永太郎町   | 豊田市立道慈小学校 - 千洗町                 |
| 豊田市立小原中学校 - 永太郎町   | 豊田市立本城小学校 - 市場町                 |
| 豊田市立小原中学校 - 永太郎町   | 豊田市立小原中部小学校 - 遊屋町             |
| 豊田市立足助中学校 - 足助町     | 豊田市立足助小学校 - 足助町                 |
| 豊田市立足助中学校 - 足助町     | 豊田市立冷田小学校 - 四ツ松町               |
| 豊田市立足助中学校 - 足助町     | 豊田市立追分小学校 - 近岡町                 |
| 豊田市立足助中学校 - 足助町     | 豊田市立佐切小学校 - 上脇町                 |
| 豊田市立足助中学校 - 足助町     | 豊田市立則定小学校 - 則定町                 |
| 豊田市立足助中学校 - 足助町     | 豊田市立萩野小学校 - 桑田和町               |
| 豊田市立足助中学校 - 足助町     | 豊田市立明和小学校 - 平沢町                 |
| 豊田市立足助中学校 - 足助町     | 豊田市立新盛小学校 - 新盛町                 |
| 豊田市立足助中学校 - 足助町     | 豊田市立大蔵小学校 - 大蔵町                 |
| 豊田市立足助中学校 - 足助町     | 豊田市立御蔵小学校 - 御蔵町                 |
| 豊田市立下山中学校 - 大沼町     | 豊田市立花山小学校 - 下山田代町             |
| 豊田市立下山中学校 - 大沼町     | 豊田市立大沼小学校 - 大沼町                 |
| 豊田市立下山中学校 - 大沼町     | 豊田市立巴ケ丘小学校 - 大桑町               |
| 豊田市立旭中学校 - 杉本町       | 豊田市立小渡小学校 - 下切町                 |
| 豊田市立旭中学校 - 杉本町       | 豊田市立敷島小学校 - 杉本町                 |
| 豊田市立稲武中学校 - 桑原町     | 豊田市立稲武小学校 - 稲武町                 |
| 豊田市立藤岡南中学校 - 西中山町 | 豊田市立中山小学校 - 西中山町               |
| 豊田市立浄水中学校 - 大清水町   | 豊田市立浄水小学校 - 浄水町                 |
| 豊田市立浄水中学校 - 大清水町   | 豊田市立浄水北小学校 - 浄水町               |

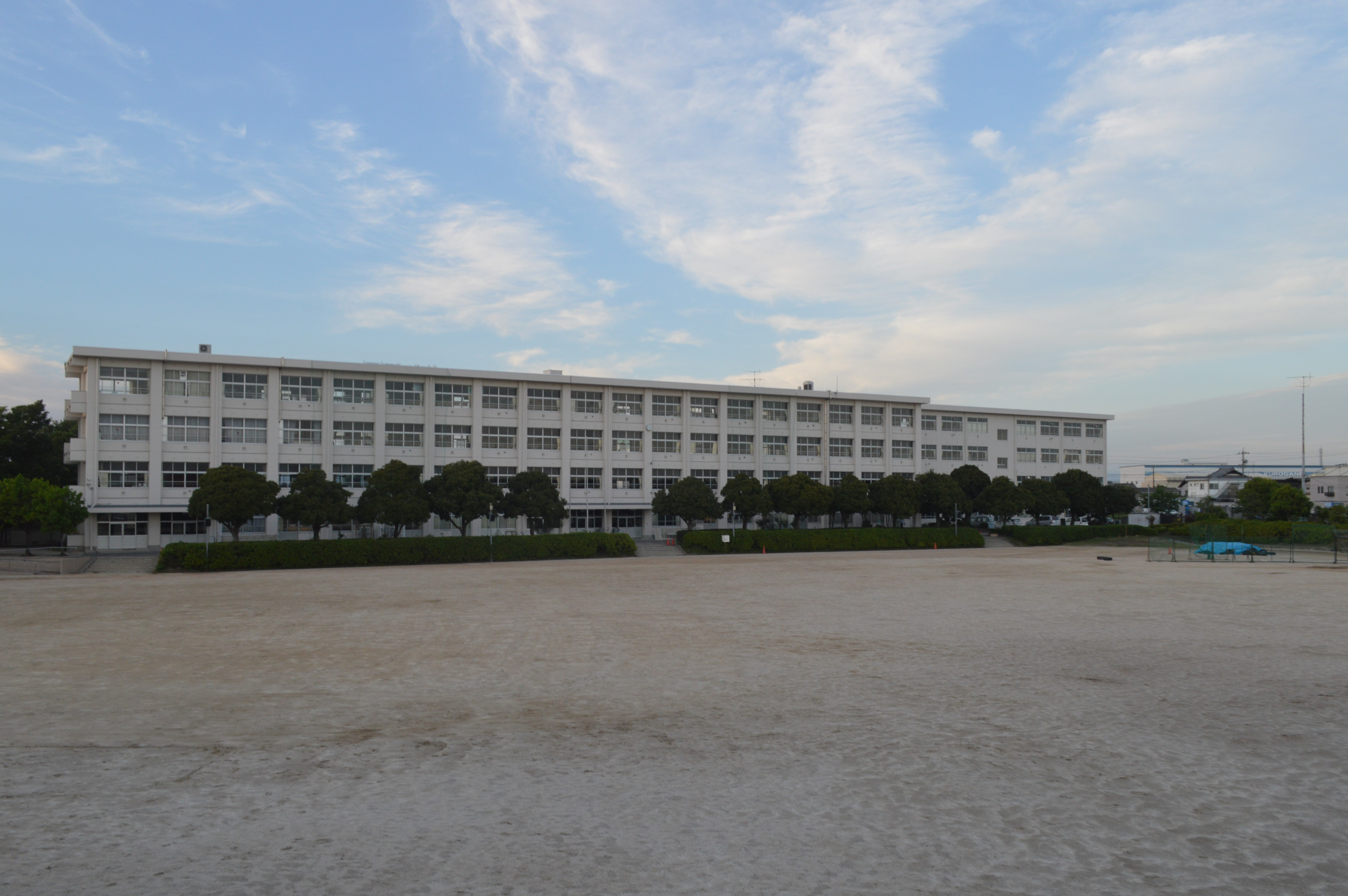
豊田市立前林中学校 （2019年（令和元年）5月）
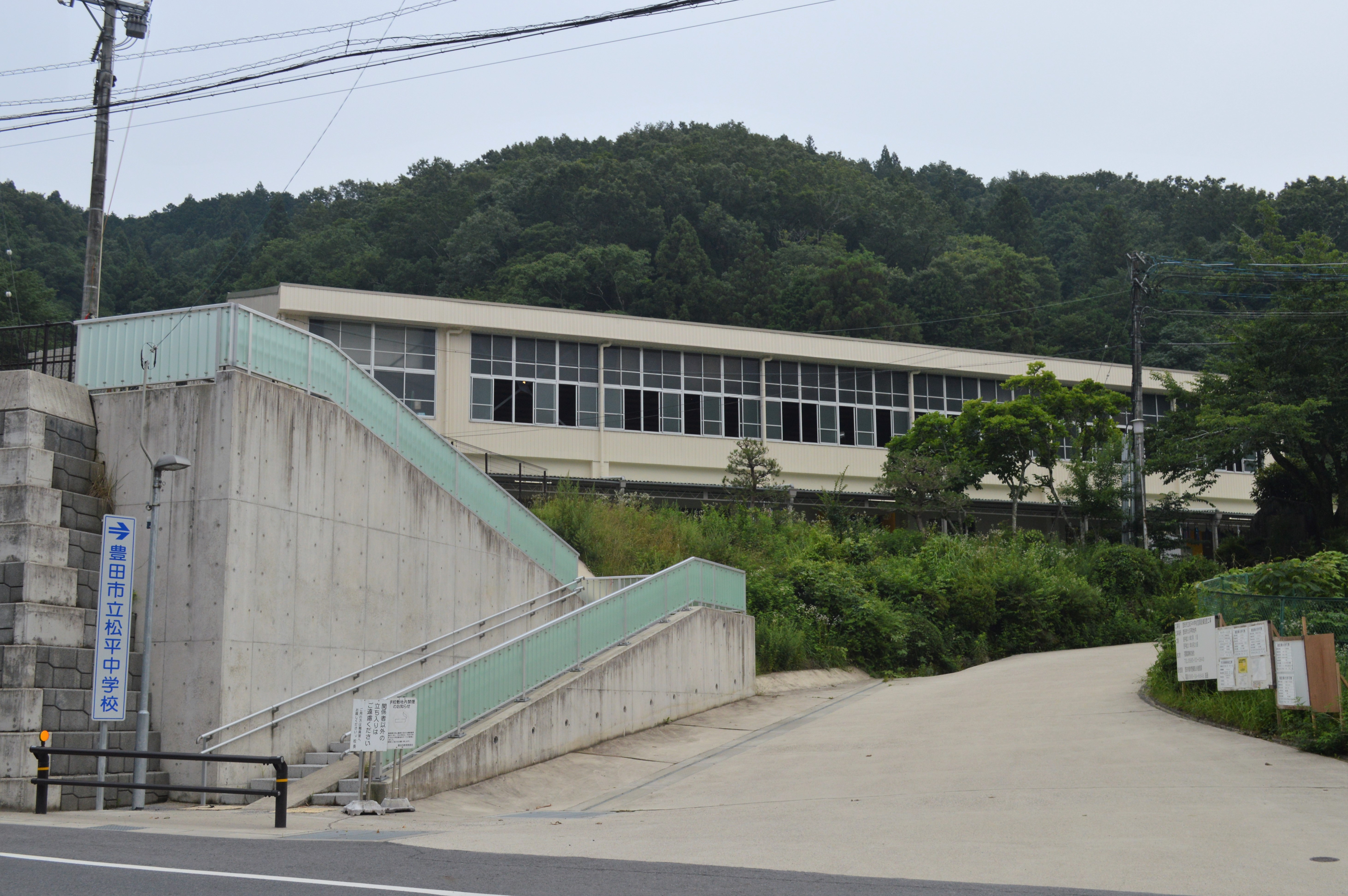
豊田市立松平中学校 （2019年（令和元年）7月）
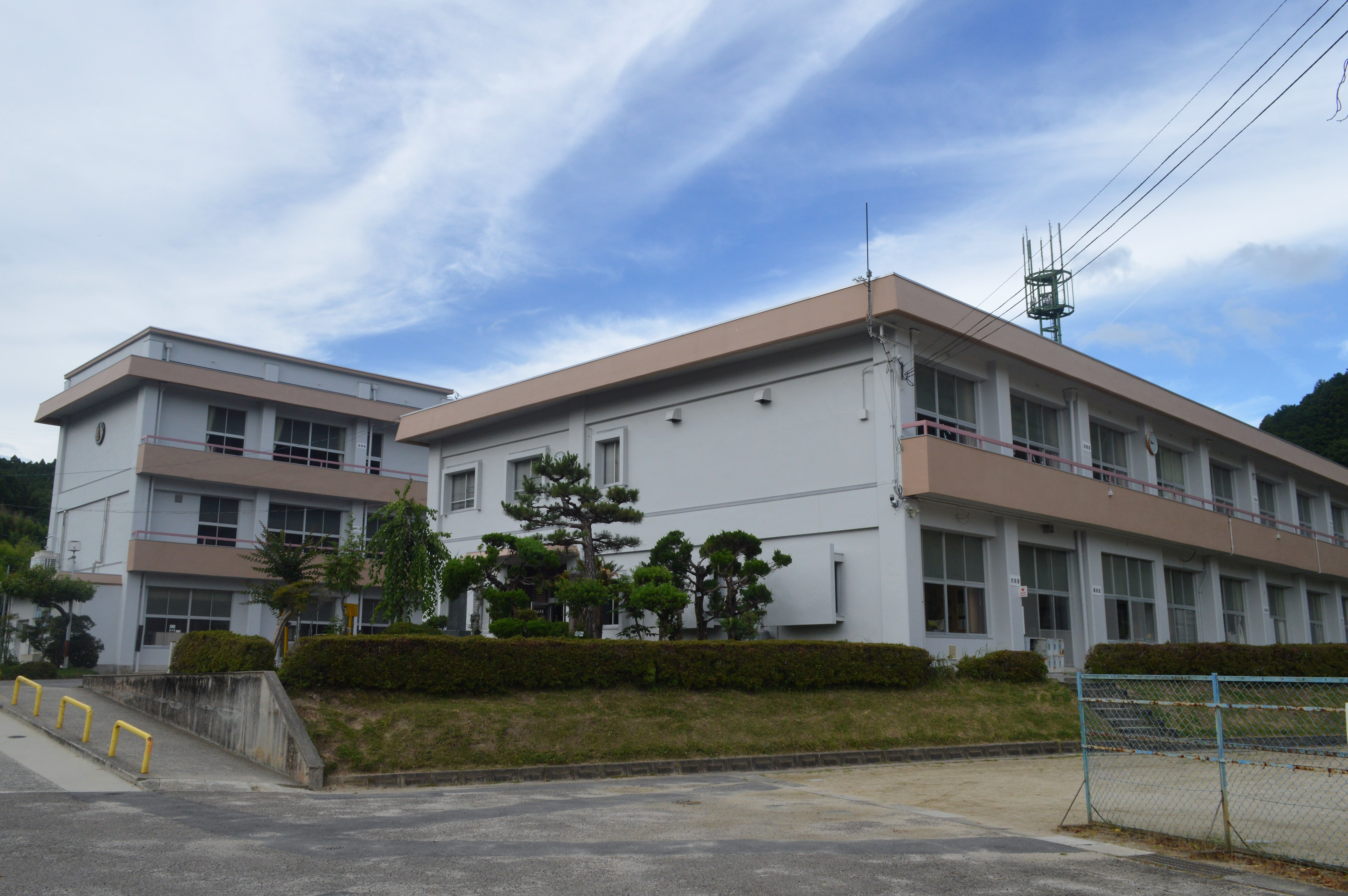
豊田市立足助中学校 （2018年（平成30年）8月）
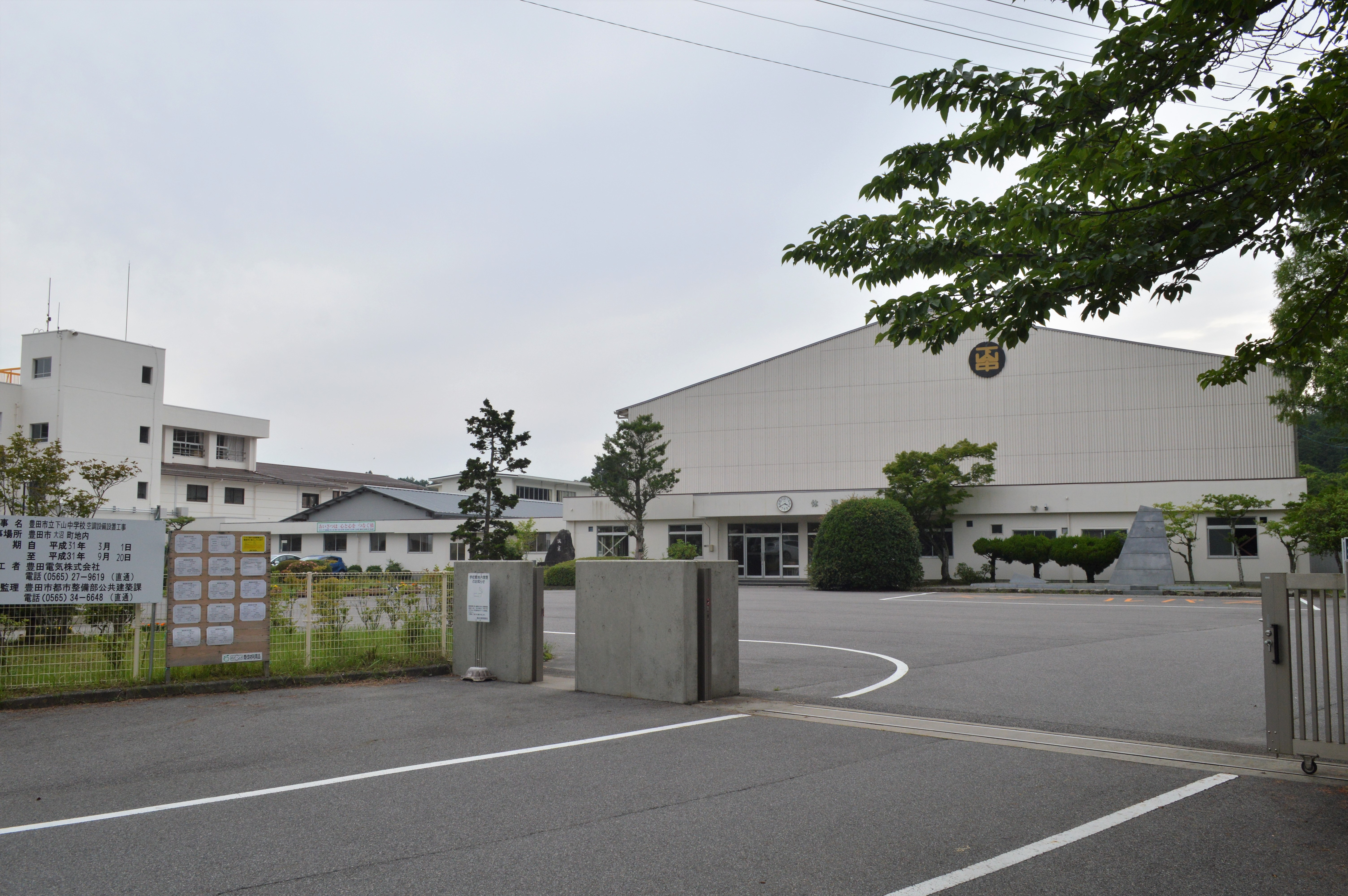
豊田市立下山中学校 （2019年（令和元年）7月）
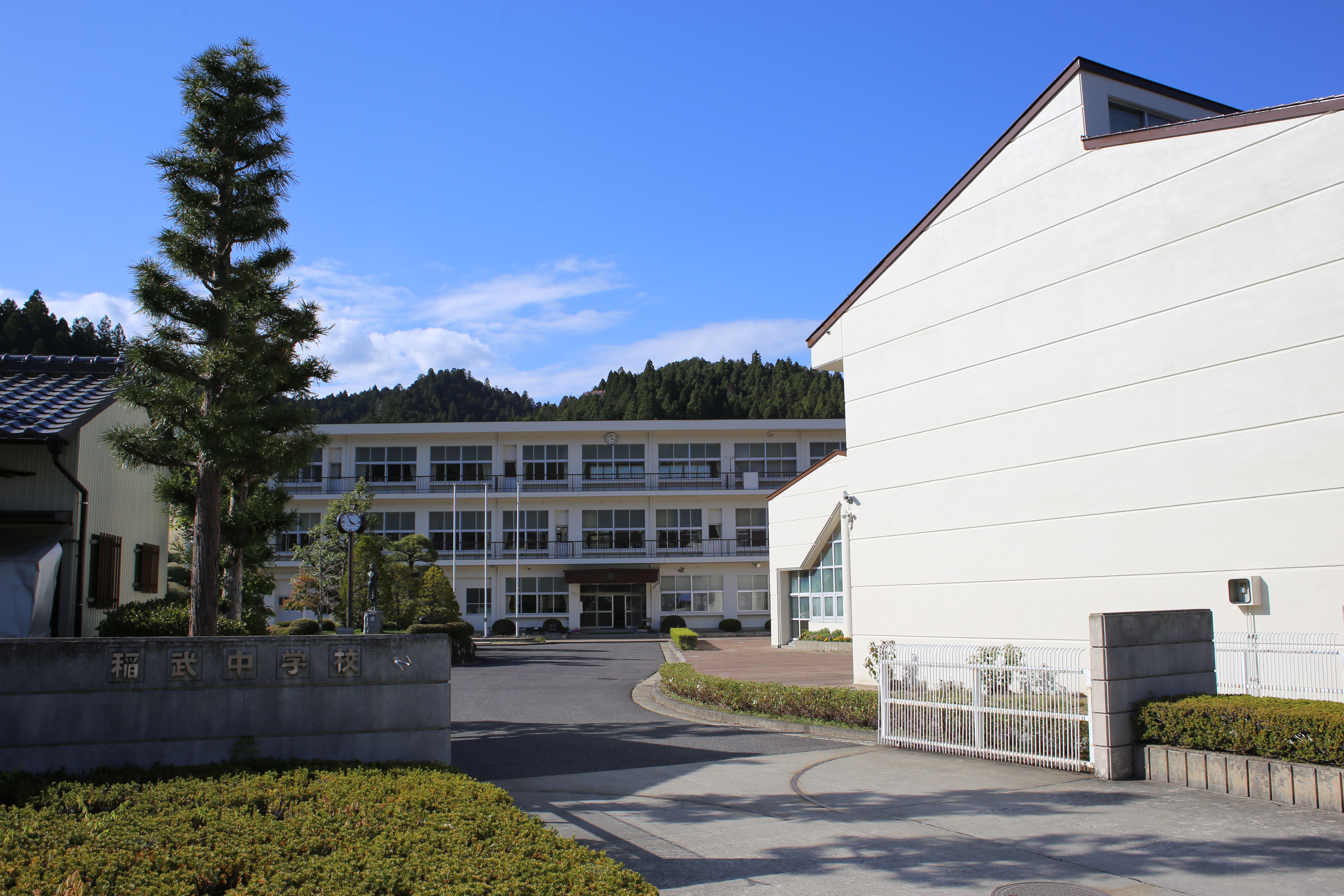
豊田市立稲武中学校 （2017年（平成29年）5月）
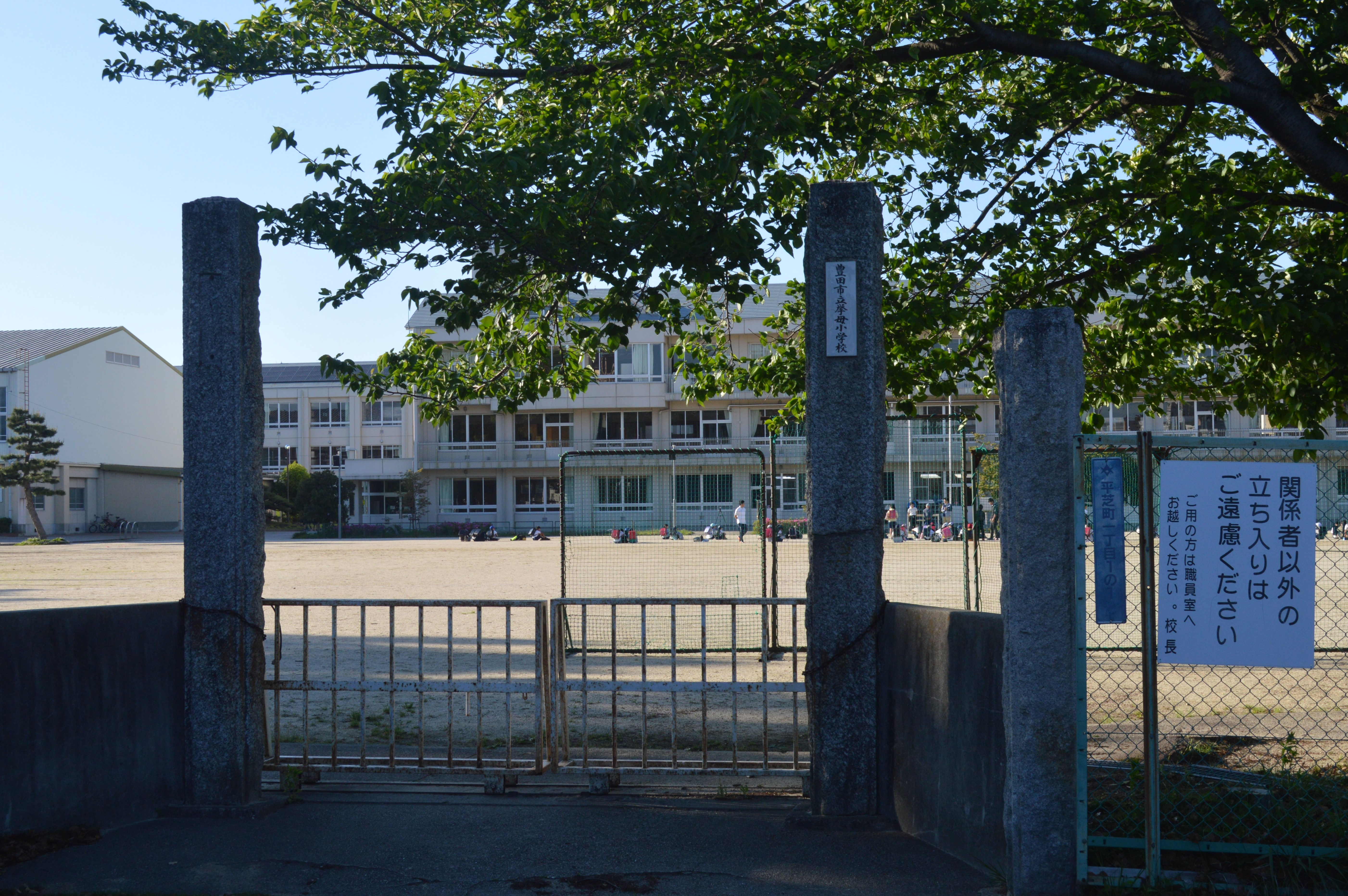
豊田市立挙母小学校 （2019年（令和元年）5月）
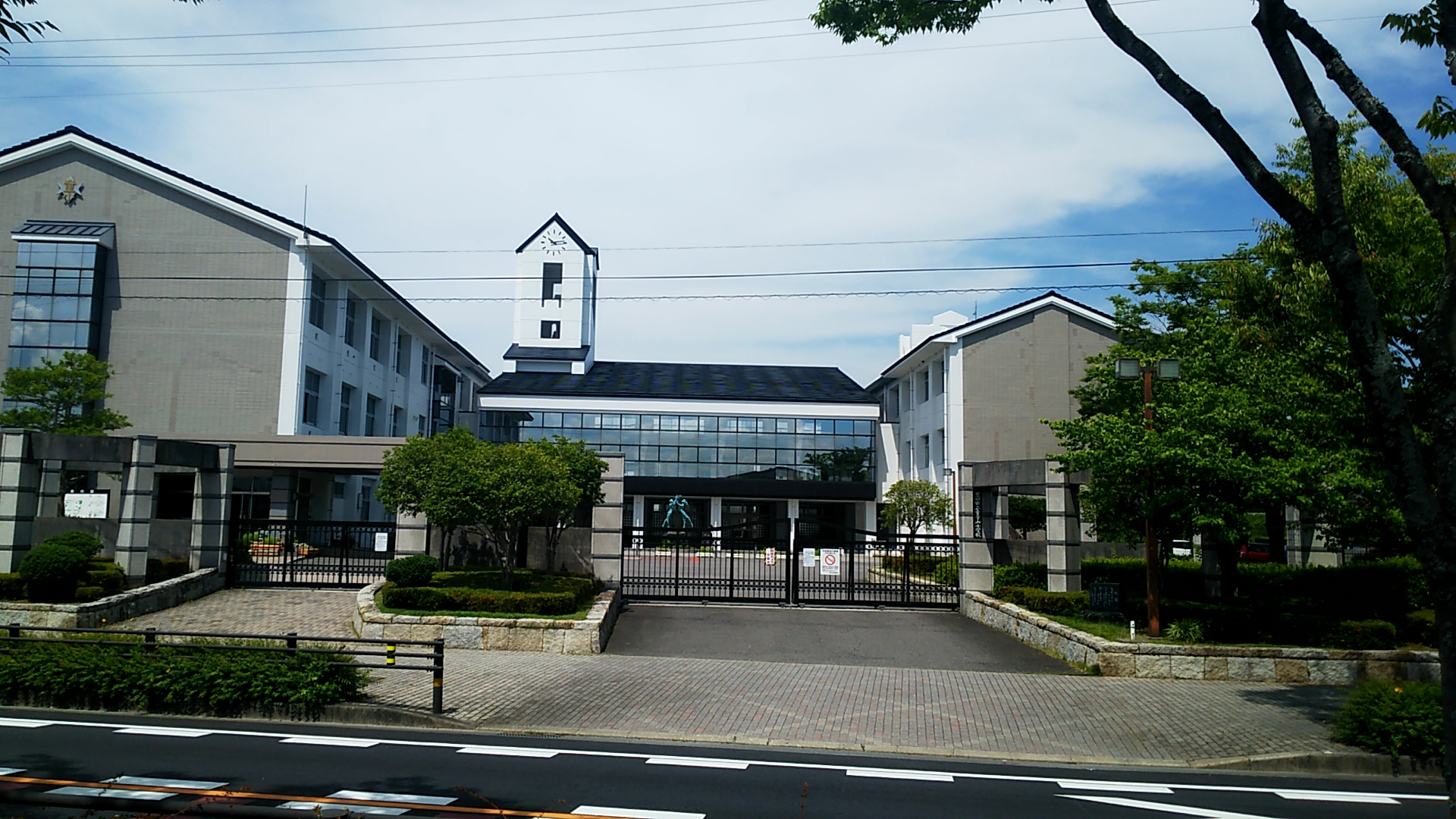
豊田市立童子山小学校 （2018年（平成30年）6月）
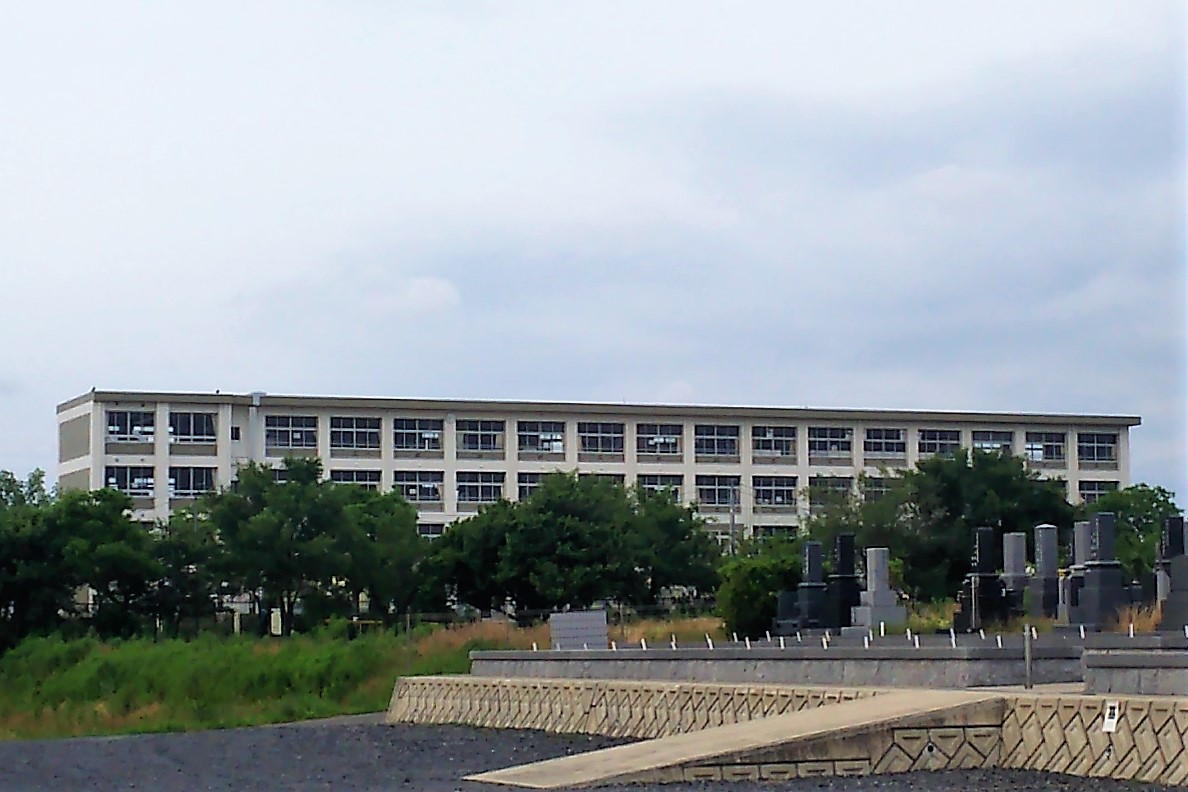
豊田市立若林西小学校 （2018年（平成30年）6月）
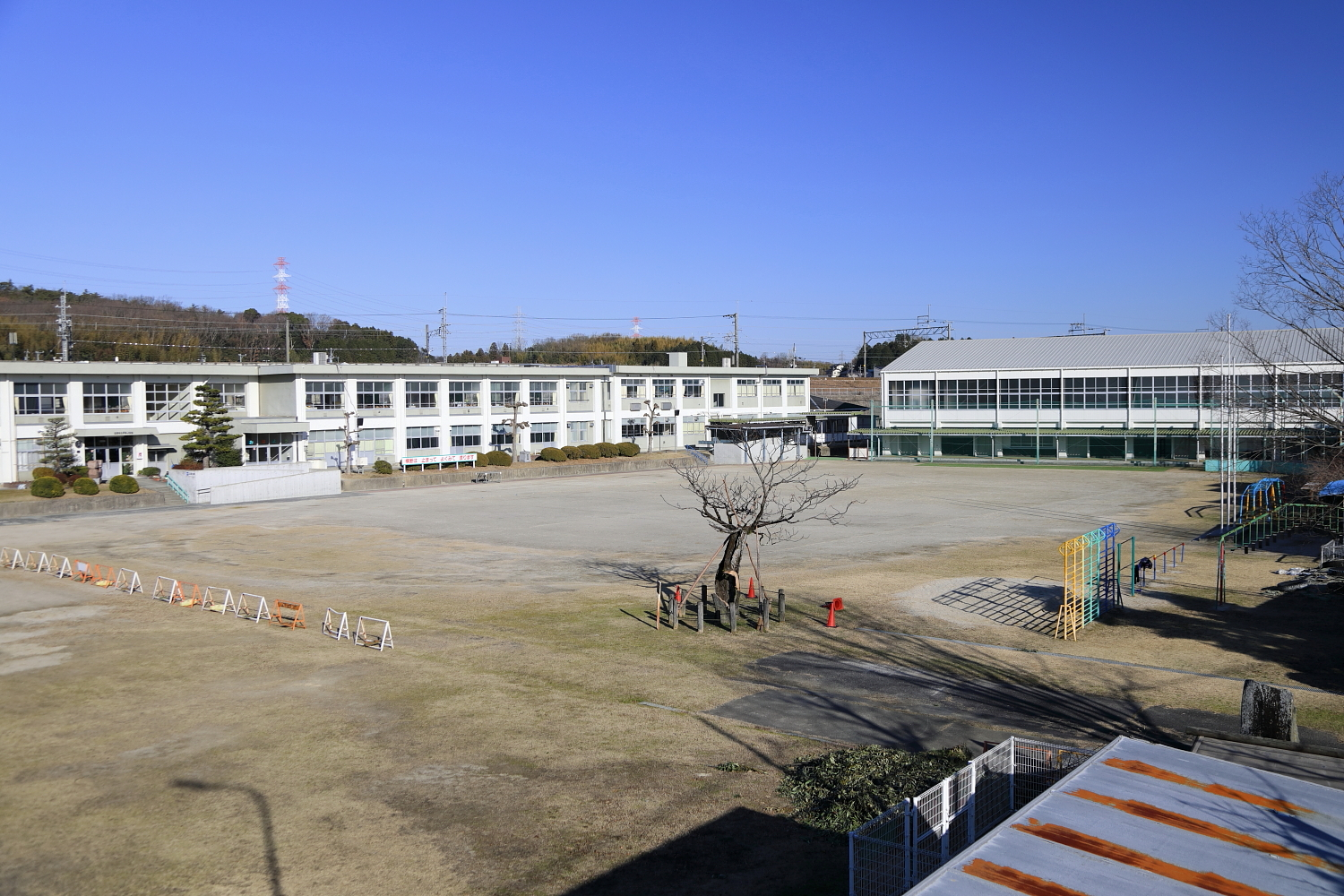
豊田市立伊保小学校 （保見町、2019年（平成31年）1月）
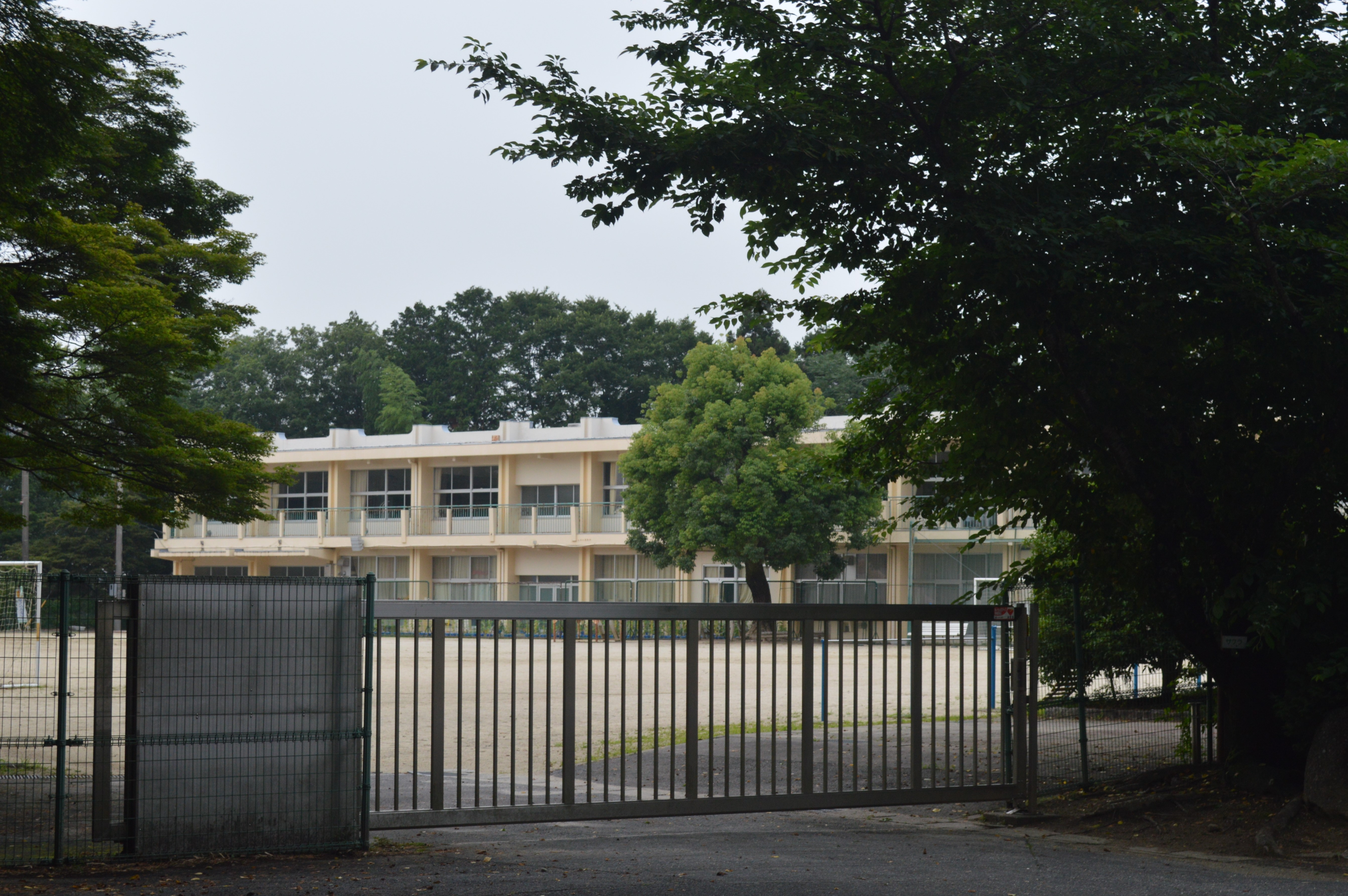
豊田市立九久平小学校 （2019年（令和元年）7月）
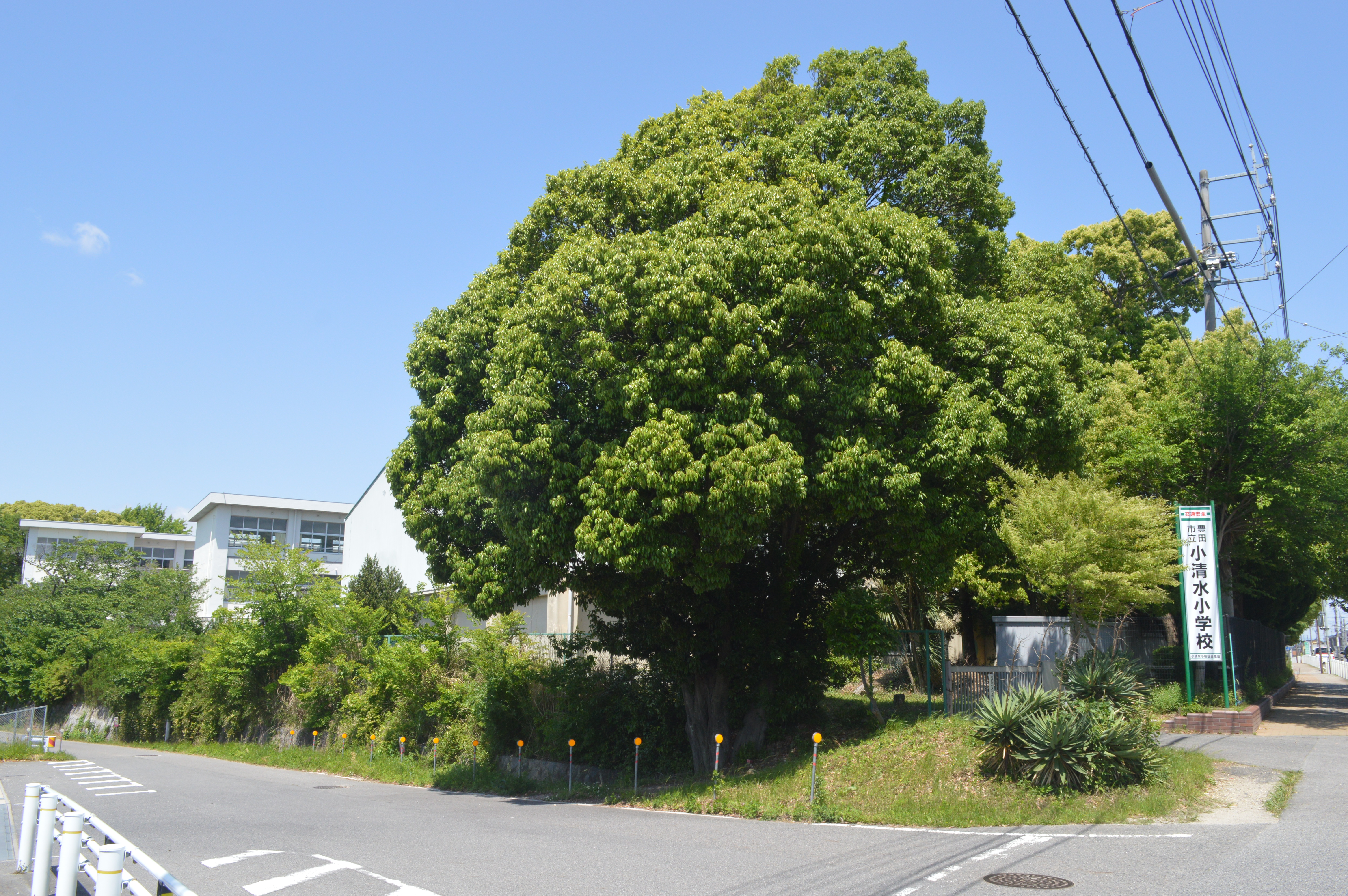
豊田市立小清水小学校 （2018年（平成30年）5月）
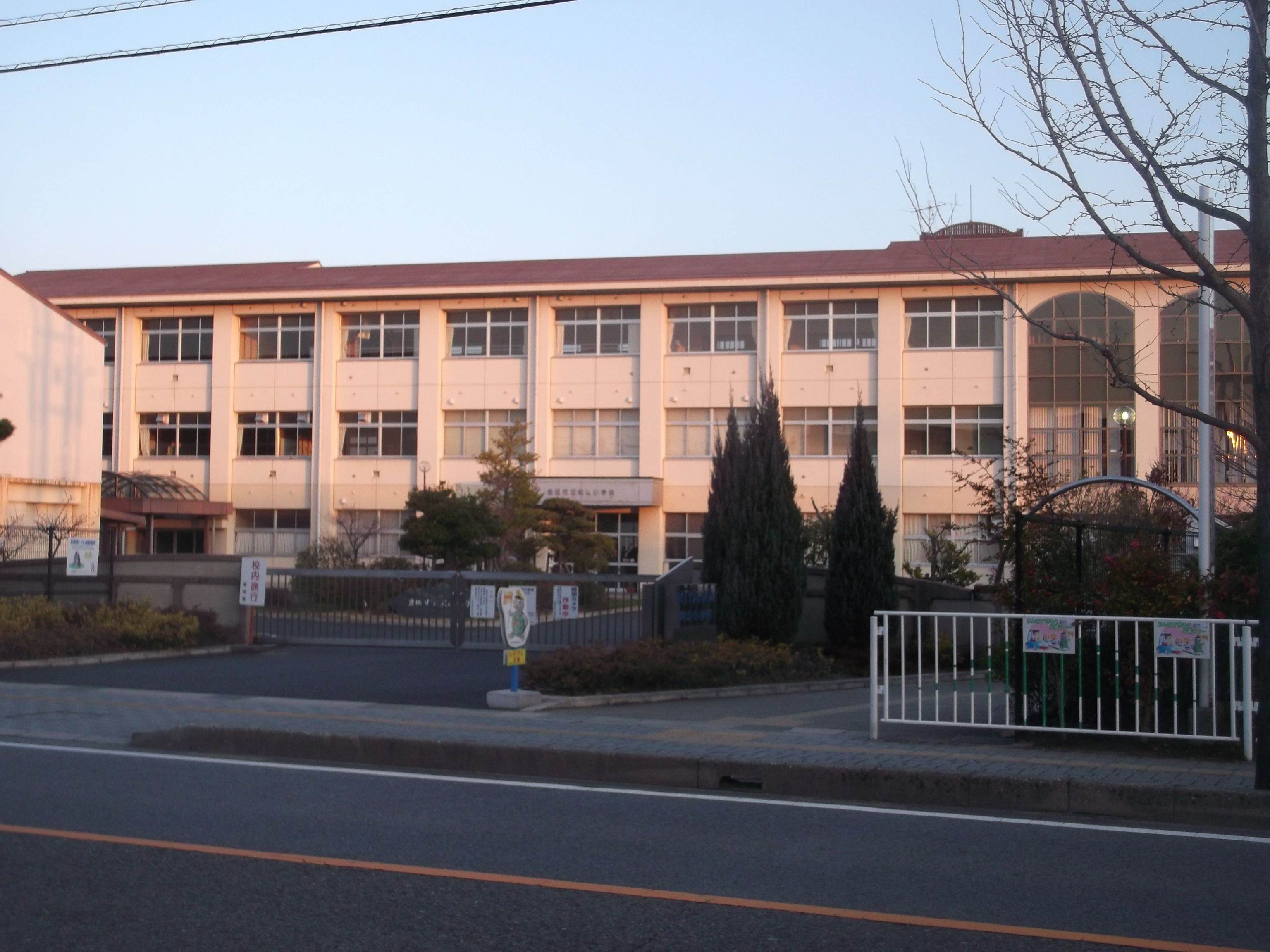
豊田市立美山小学校 （2014年（平成26年）3月）
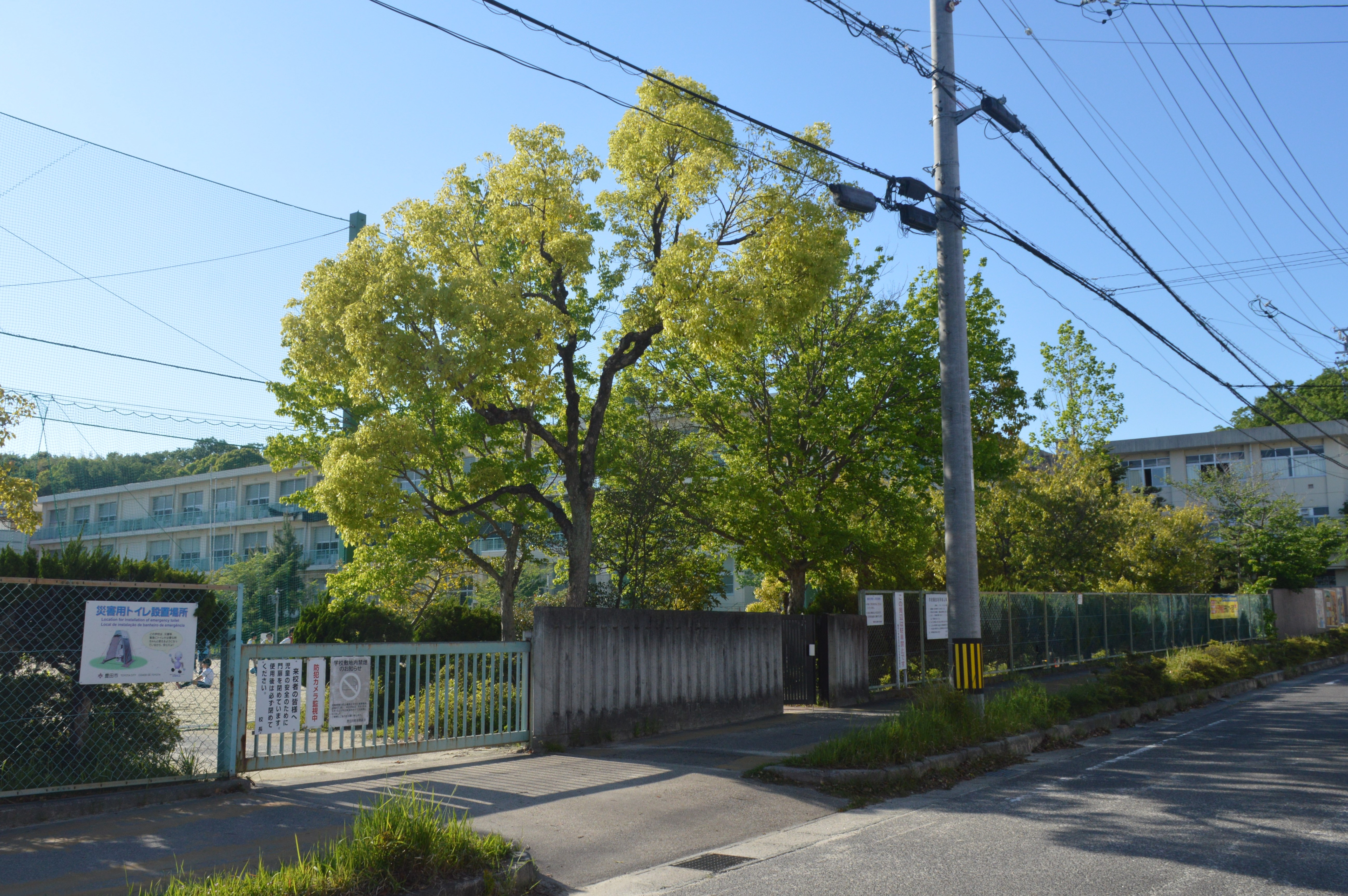
豊田市立梅坪小学校 （2019年（令和元年）5月）
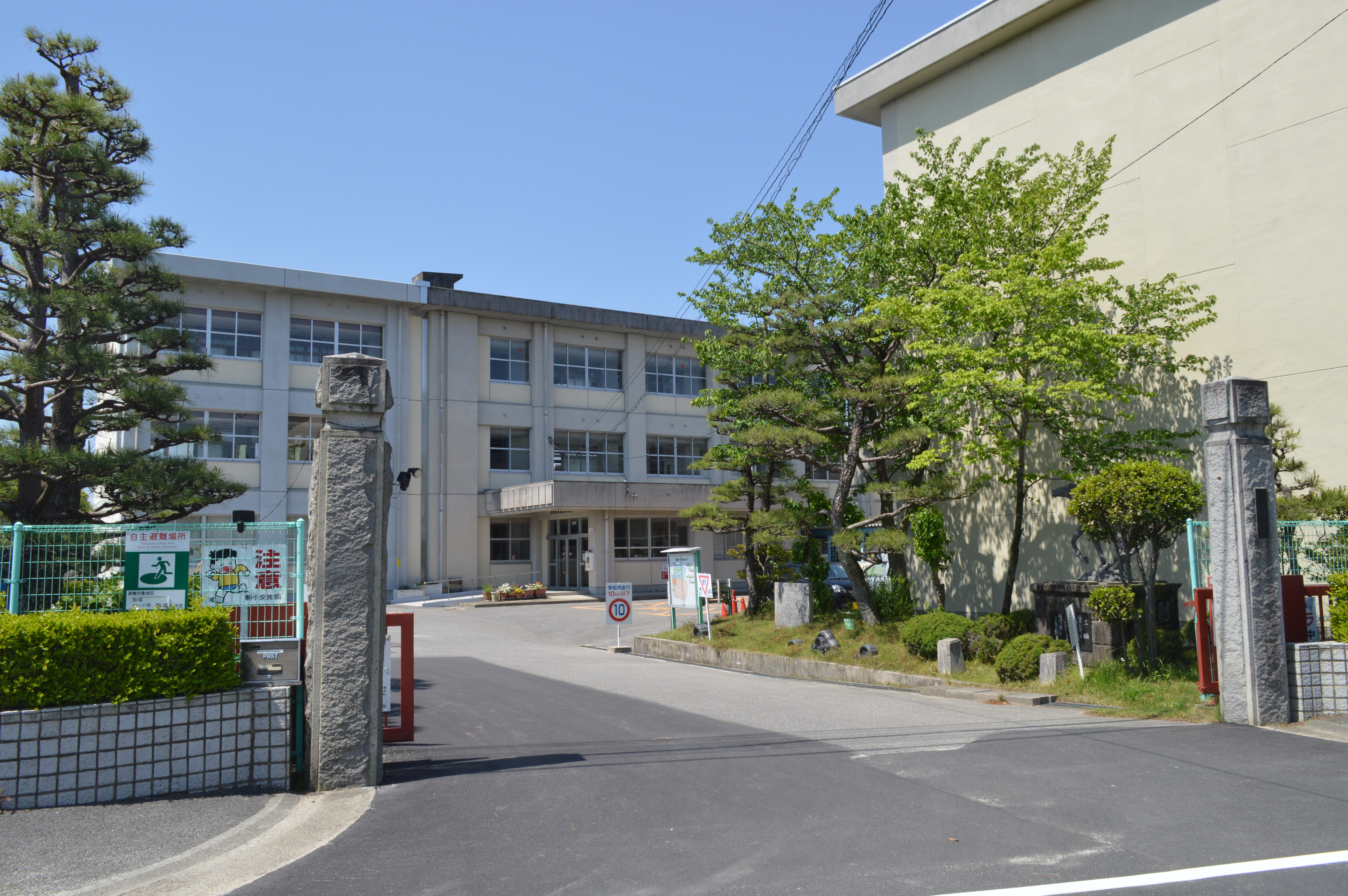
豊田市立駒場小学校 （2016年（平成28年）5月）
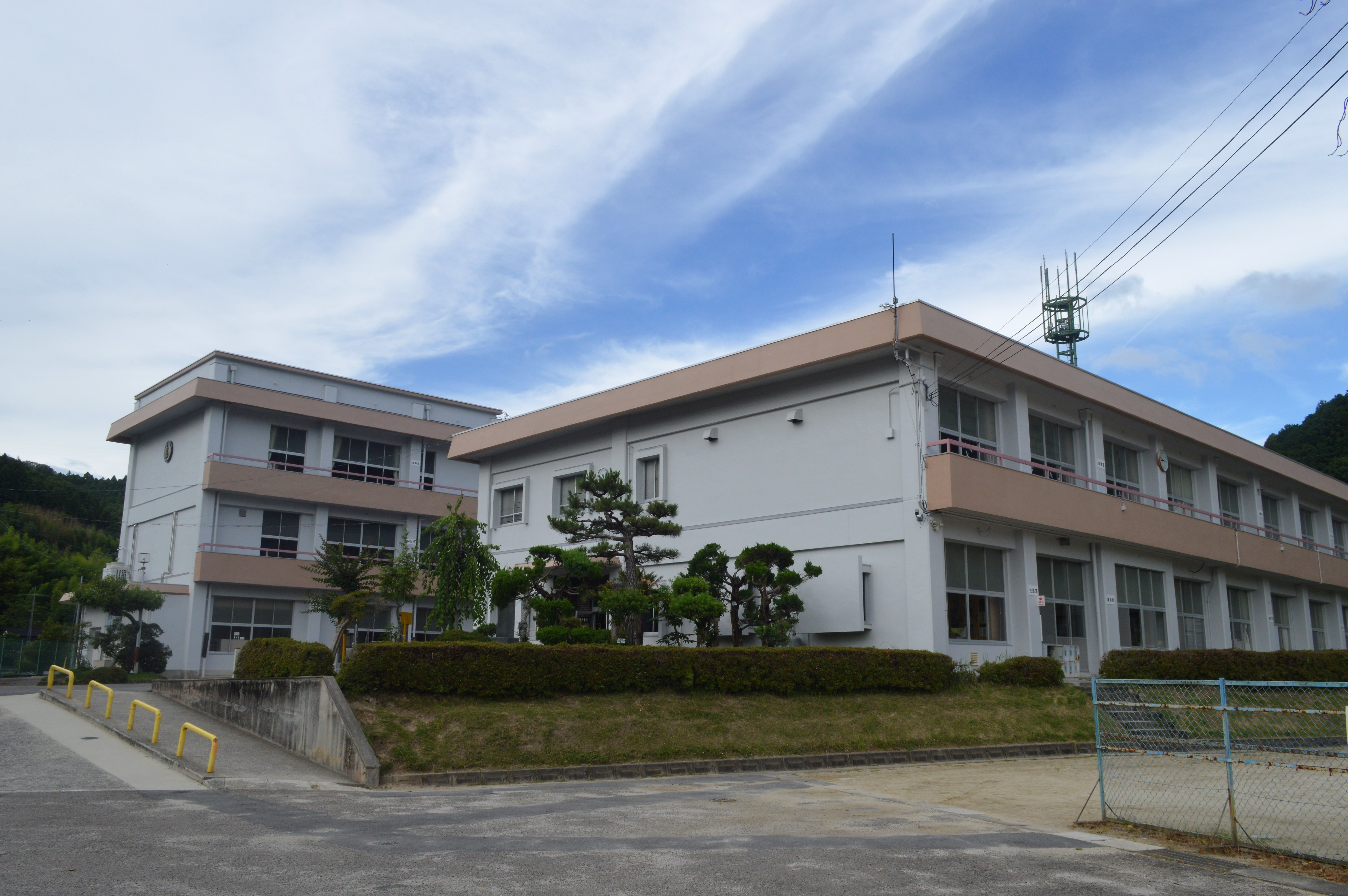
豊田市立足助小学校 （2018年（平成30年）6月）
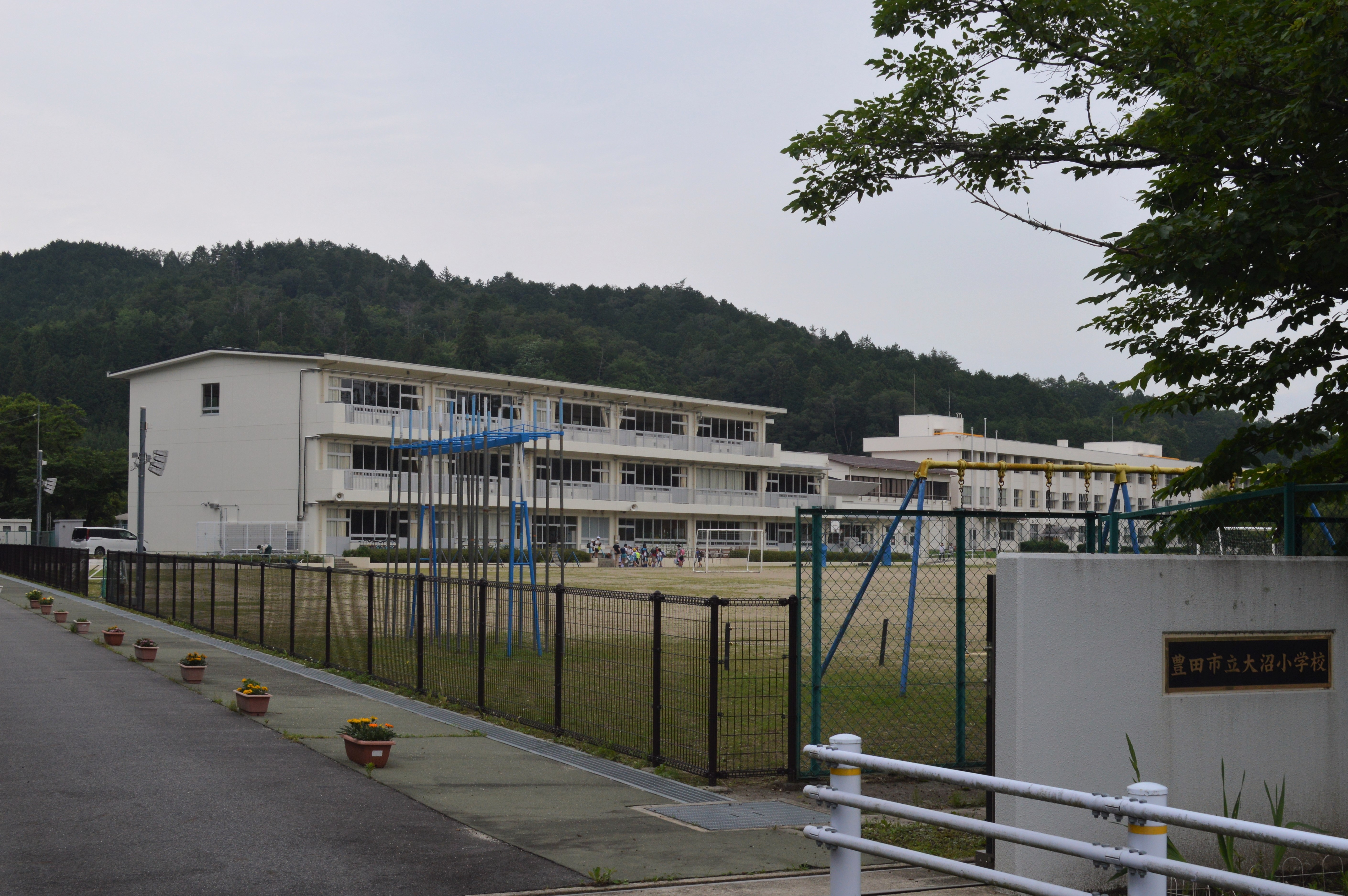
豊田市立大沼小学校 （2019年（令和元年）7月）
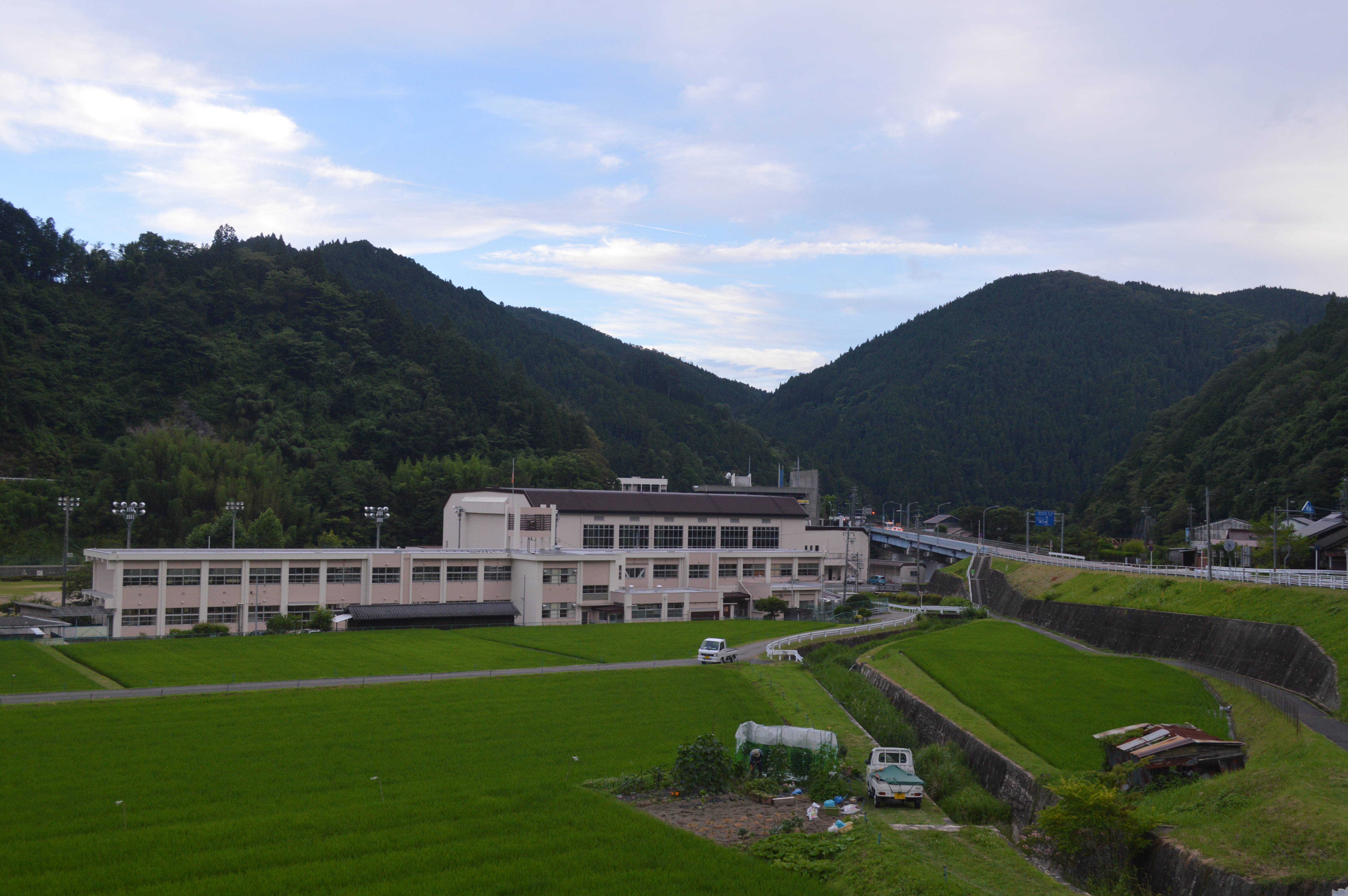
豊田市立小渡小学校 （2018年（平成30年）6月）

私立
- 学校法人尾張学園 豊田大谷中学校（休校中）

### こども園・幼稚園など
公立こども園
- 豊田市立朝日こども園 - 日南町
- 豊田市立上郷こども園 - 上郷町
- 豊田市立挙母こども園 - 挙母町
- 豊田市立住吉こども園 - 住吉町
- 豊田市立高橋こども園 - 水間町
- 豊田市立童子山こども園 - 小坂町
- 豊田市立トヨタこども園 - 水源町
- 豊田市立野見こども園 - 美里
- 豊田市立平山こども園 - 平山町
- 豊田市立藤藪こども園 - 豊栄町
- 豊田市立宮口こども園 - 宮口町
- 豊田市立美和こども園 - 百々町
- 豊田市立山之手こども園 - 山之手
- 豊田市立若林こども園 - 若林東町
- 豊田市立伊保こども園 - 保見町
- 豊田市立今こども園 - 今町
- 豊田市立梅坪こども園 - 梅坪町
- 豊田市立永新こども園 - 永覚新町
- 豊田市立大畑こども園 - 篠原町
- 豊田市立大林こども園 - 大林町
- 豊田市立上鷹見こども園 - 上高町
- 豊田市立越戸こども園 - 越戸町
- 豊田市立駒場こども園 - 駒場町
- 豊田市立寿恵野こども園 - 鴛鴨町
- 豊田市立高嶺こども園 - 和会町
- 豊田市立高美こども園 - 若林西町
- 豊田市立竹村こども園 - 中町
- 豊田市立堤ケ丘こども園 - 堤町
- 豊田市立寺部こども園 - 上野町）
- 豊田市立透成こども園 - 西広瀬町
- 豊田市立渡刈こども園 - 渡刈町
- 豊田市立豊松こども園 - 豊松町
- 豊田市立中金こども園 - 城見町
- 豊田市立中根山こども園 - 高岡本町
- 豊田市立根川こども園 - 下林町
- 豊田市立ひかりこども園 - 矢並町
- 豊田市立東広瀬こども園 - 東広瀬町
- 豊田市立東山こども園 - 渋谷町
- 豊田市立平井こども園 - 百々町
- 豊田市立広沢こども園 - 舞木町
- 豊田市立本地こども園 - 本地町
- 豊田市立松平こども園 - 九久平町
- 豊田市立御船こども園 - 御船町
- 豊田市立若園こども園 - 中根町
- 豊田市立若宮こども園 - 若宮町
- 豊田市立飯野こども園 - 藤岡飯野町
- 豊田市立石畳こども園 - 白川町
- 豊田市立木瀬こども園 - 木瀬町
- 豊田市立中山こども園 - 西中山町
- 豊田市立御作こども園 - 御作町
- 豊田市立大草こども園 - 小原町
- 豊田市立北栄こども園 - 下仁木町
- 豊田市立道慈こども園 - 乙ケ林町
- 豊田市立足助もみじこども園 - 岩神町
- 豊田市立則定こども園 - 則定町
- 豊田市立大蔵こども園 - 大蔵町
- 豊田市立冷田こども園 - 冷田町
- 豊田市立足助まゆみこども園 - 足助町
- 豊田市立大沼こども園 - 大沼町
- 豊田市立東部こども園 - 羽布町
- 豊田市立杉本こども園 - 杉本町
- 豊田市立小渡こども園 - 下切町
- 豊田市立稲武こども園 - 武節町
- 豊田市立益富こども園 - 志賀町

私立こども園
- 青松こども園 - 朝日ケ丘
- 淨光こども園 - 宮町
- 中央こども園 - 四郷町
- 東海こども園 - 野見町
- こじまこども園 - 金谷町
- 星ケ丘こども園 - 中田町
- たかはらこども園 - 高原町
- わかばこども園 - 若林東町
- 第二わかばこども園 - 若林東町
- いぼばらこども園 - 大清水町
- 第二いぼばらこども園 - 大清水町
- 浄水ひかりこども園 - 浄水町
- 豊田大和キッズこども園 - 今町
- 杜のひかりこども園 - 大清水町

私立幼保連携型認定こども園
- 挙母ルーテル幼稚園 - 桜町
- 中山松元幼稚園 - 西中山町
- 美山幼稚園 - 深田町
- 保見ケ丘幼稚園 - 保見ケ丘
- 井上幼稚園 - 井上町
- 五ケ丘大和幼稚園 - 五ケ丘
- 林丘幼稚園 - 大林町
- 浄水松元幼稚園 - 浄水町
- 豊田聖霊幼稚園 - 聖心町
- 豊田東丘幼稚園 - 宝来町
- 名古屋柳城短期大学附属豊田幼稚園 - 市木町
- 竜神こども園 - 竜神町
- うねべこども園 - 畝部西町
- 堤こども園 - 本田町
- 東保見こども園 - 保見ケ丘
- みずほこども園 - 瑞穂町
- 丸山こども園 - 丸山町

小規模保育事業所
- キッズハウスとよた - 西町
- ナースリーハウス - 陣中町

私立幼稚園
- 美里幼稚園 - 美里
- まふみ幼稚園 - 東梅坪町
- 豊田大和幼稚園 - 今町
- 豊田星ケ丘幼稚園 - 中田町
- 松平大和幼稚園 - 岩倉町
- ベル豊田幼稚園 - 五ケ丘
- 青木幼稚園 - 青木町
- ひらしば幼稚園 - 陣中町
- 飯野ひかり幼稚園 - 藤岡飯野町
- 豊田花園幼稚園 - 花園町

### 特別支援学校
- 愛知県立豊田高等特別支援学校 - 竹町
- 豊田市立豊田特別支援学校 - 大清水町

### インターナショナル・スクール
ブラジル学校
- エスコーラ・アレグリア・デ・サベール　豊田校 - 浄水町
- エスコーラ・ネクター - 青木町
- エスコーラ・ビンタンド・オ・セッチ - 保見町

### 指定自動車教習所
- 豊田自動車学校 - 前山町
- トヨタ中央自動車学校 - 三軒町

### 研究機関
主な研究施設
- 知の拠点あいち - 八草町。一部施設は瀬戸市になる。
  - あいち産業科学技術総合センター
  - あいちシンクロトロン光センター
- 愛知県畜産総合センター三河高原牧場 - 東大林町
- 愛知県畜産総合センター段戸山牧場 - 小田木町
- 豊田市矢作川研
- 豊田市矢作川研究所 - 西町（豊田市職員会館1階）

### 教育支援施設
子育て支援施設
- 志賀子どもつどいの広場「ゆうゆう」 - 志賀町
- 柳川瀬子どもつどいの広場「にこにこ」 - 畝部東町
- 足助子育て支援センター - 岩神町（豊田市立足助もみじこども園内）
- 飯野子育て支援センター - 藤岡飯野町（豊田市立飯野こども園内）
- 伊保子育て支援センター - 保見町（豊田市立伊保こども園内）
- 越戸子育て支援センター - 越戸町（豊田市立越戸こども園内）
- 堤子育て支援センター - 本田町（豊田市立堤こども園内）
- 渡刈子育て支援センター - 渡刈町（豊田市立渡刈こども園内）
- 宮口子育て支援センター - 宮口町（豊田市立宮口こども園内）
- 山之手子育て支援センター - 山之手（豊田市立山之手こども園内）
- 若園子育て支援センター - 中根町（豊田市立若園こども園内）
- 稲武子育て支援センター - 武節町（豊田市立稲武こども園内）
- 大草子育て支援センター - 小原町（豊田市立大草こども園内）
- 大沼子育て支援センター - 大沼町（豊田市立大沼こども園内）
- 杉本子育て支援センター - 杉本町（豊田市立杉本こども園内）

### その他の施設

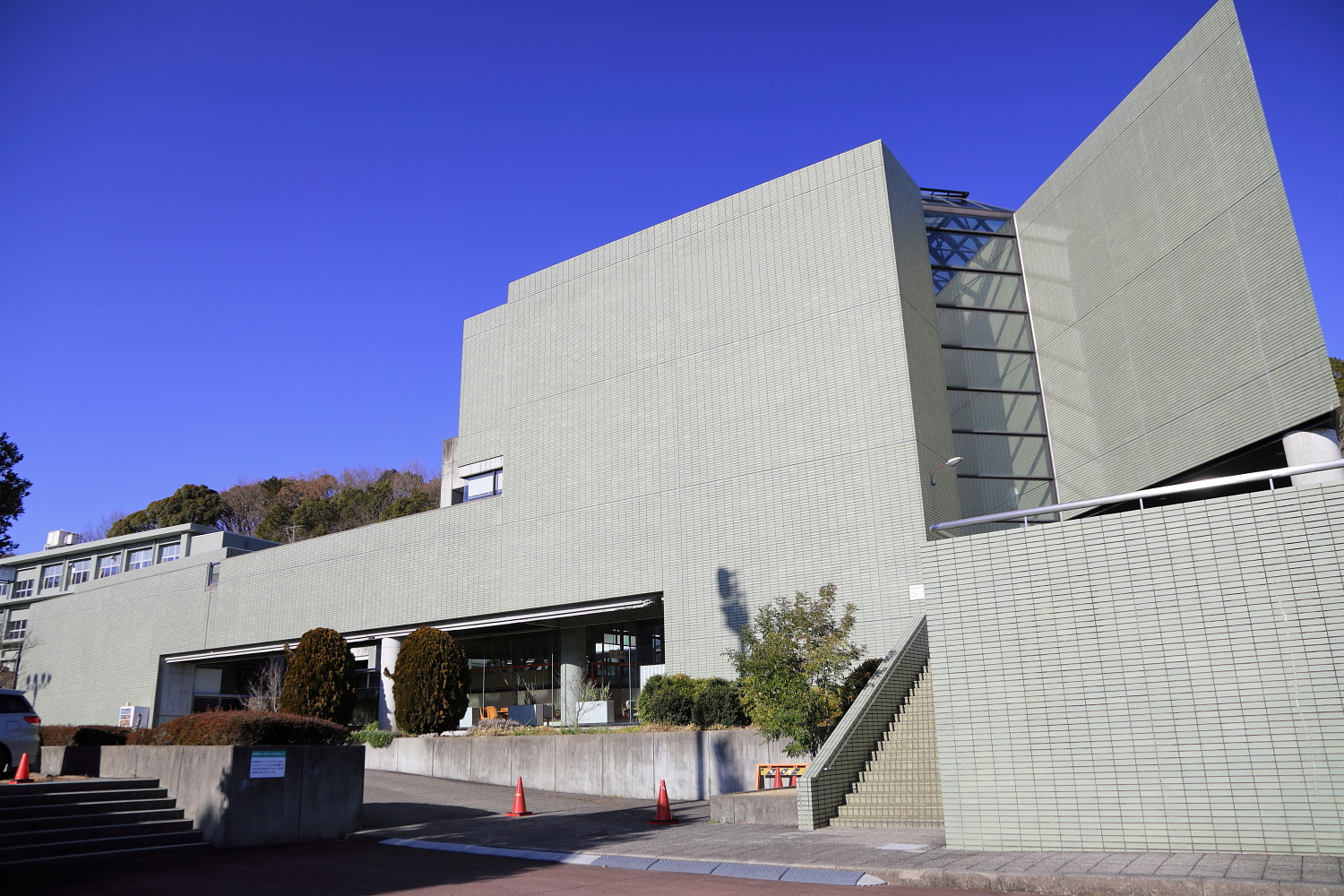
教職員会館
（2019年（平成31年）1月）

- 教職員会館 - 保見町
- 中部給食センター - 栄生町
- 東部給食センター - 東山町
- 南部給食センター - 竹元町
- 平和給食センター - 平和町
- 北部給食センター - 井上町
- 豊田特別支援学校調理場 - 大清水町
- 藤岡給食センター - 木瀬町
- 足助給食センター - 足助町
- 稲武給食センター - 稲武町

### 鉄道

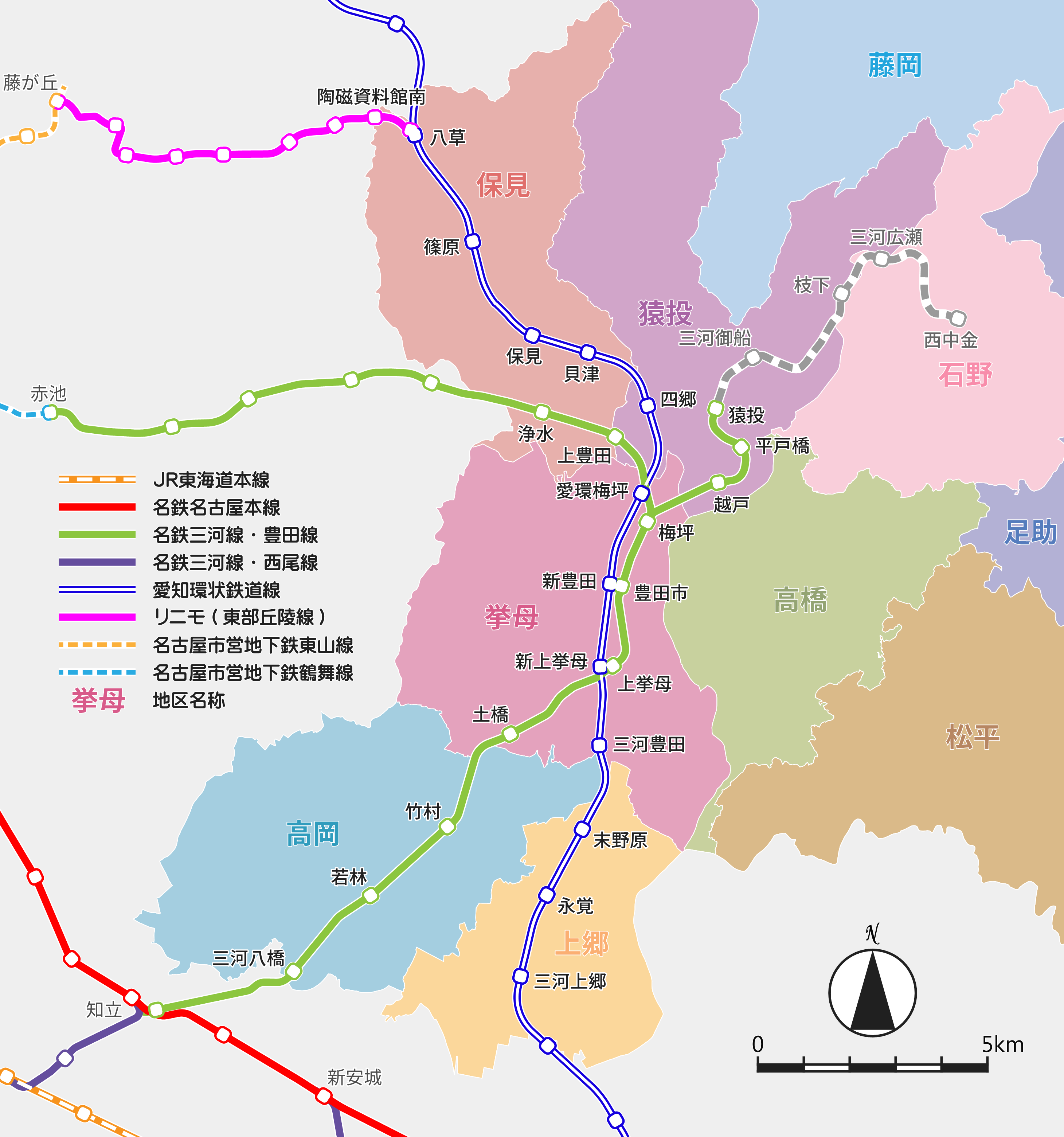
市内の鉄道路線図
（2018年（平成30年）11月現在）

市内の鉄道路線は概ね南北に通っており、東西に通る路線は名鉄豊田線・リニモなどごく一部のみである。路線は西部の一部地域に偏っており東部には全く存在しない。
国鉄→JR線であった岡多線も、1988年（昭和63年）に愛知環状鉄道・愛知環状鉄道線に転換され、JRの鉄道路線・駅は存在しない。
名古屋駅に出るには、名鉄知立駅・名古屋市営地下鉄鶴舞駅・伏見駅・丸の内駅・愛知環状鉄道高蔵寺駅・中岡崎駅・岡崎駅・リニモ藤が丘駅などで1回は乗り換えが必要となる。市内を通る全部の電車が普通電車（各駅停車）であり、必ず乗換が必要なので、バスの利用も多い。新幹線では駐車場の便も考慮して三河安城駅の利用が多くなる。
中部国際空港（セントレア）へ鉄道で行くには、豊田市駅から名鉄電車で行けるが、知立駅と神宮前駅で乗り換える必要がある。さらに神宮前駅から中部空港までノンストップで行く場合は、ミュースカイに乗るためμチケット（特別車両券）が必要で、450円が別途かかる。したがって当市から空港に赴く際には、バスや車の利用が多くなる。
なお、名鉄・リニモ・愛知環状鉄道のいずれも、manaca・TOICAと相互利用できる各種IC乗車カードの利用が可能である。
将来的に名鉄は三河線の知立 - 豊田市間を複線化を目指し2027年までには名鉄名古屋 - 豊田市間に特急を運行させ、現行の60分から約40分に短縮する計画を立てている。知立駅の高架事業と複線化工事を負担する経費が知立市の財政的に負担となっているため、現段階では豊田市内の区間は複線化される一方で知立市内は一部単線となる構想である。

#### 鉄道路線

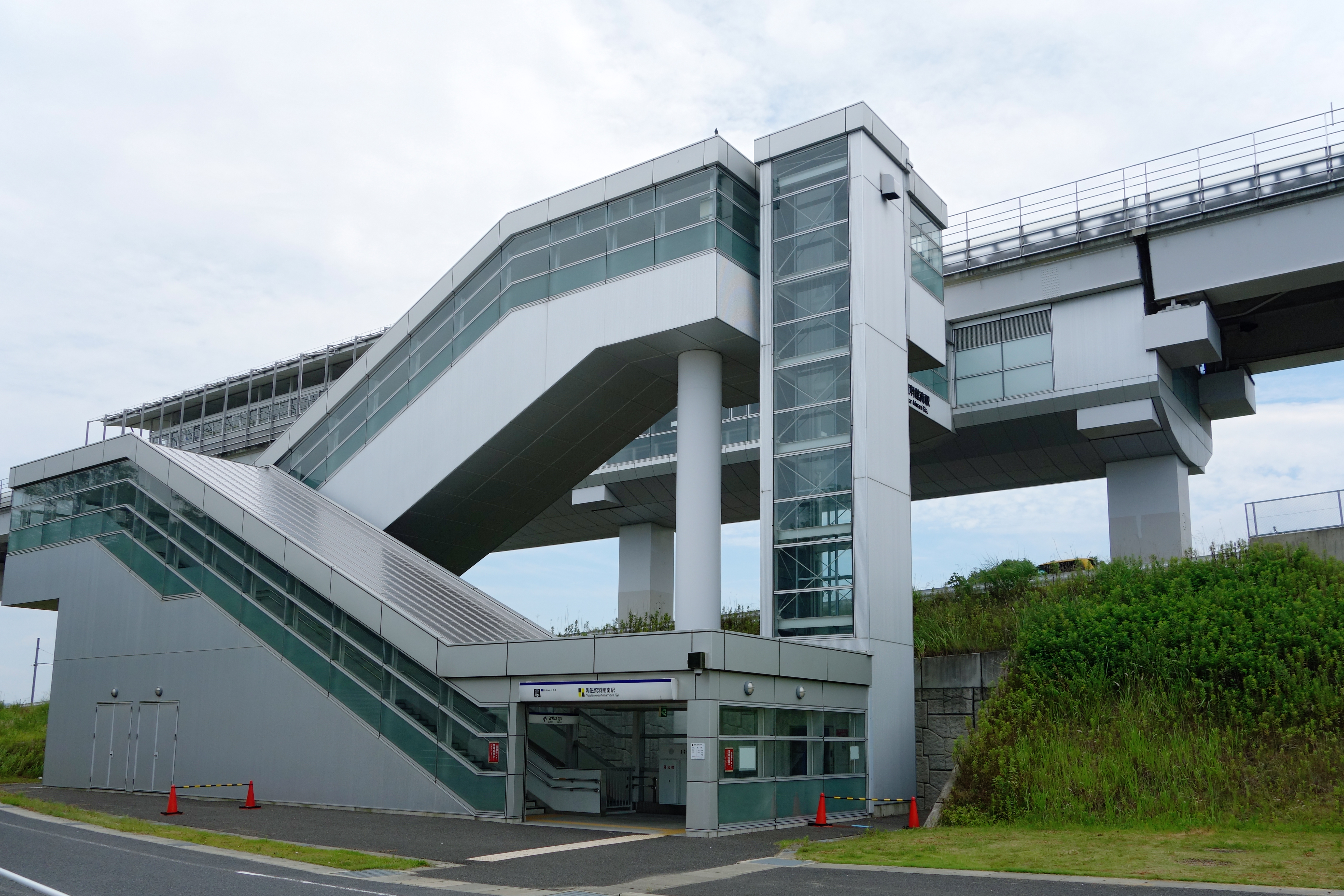
陶磁資料館南駅 （2014年（平成26年）7月）
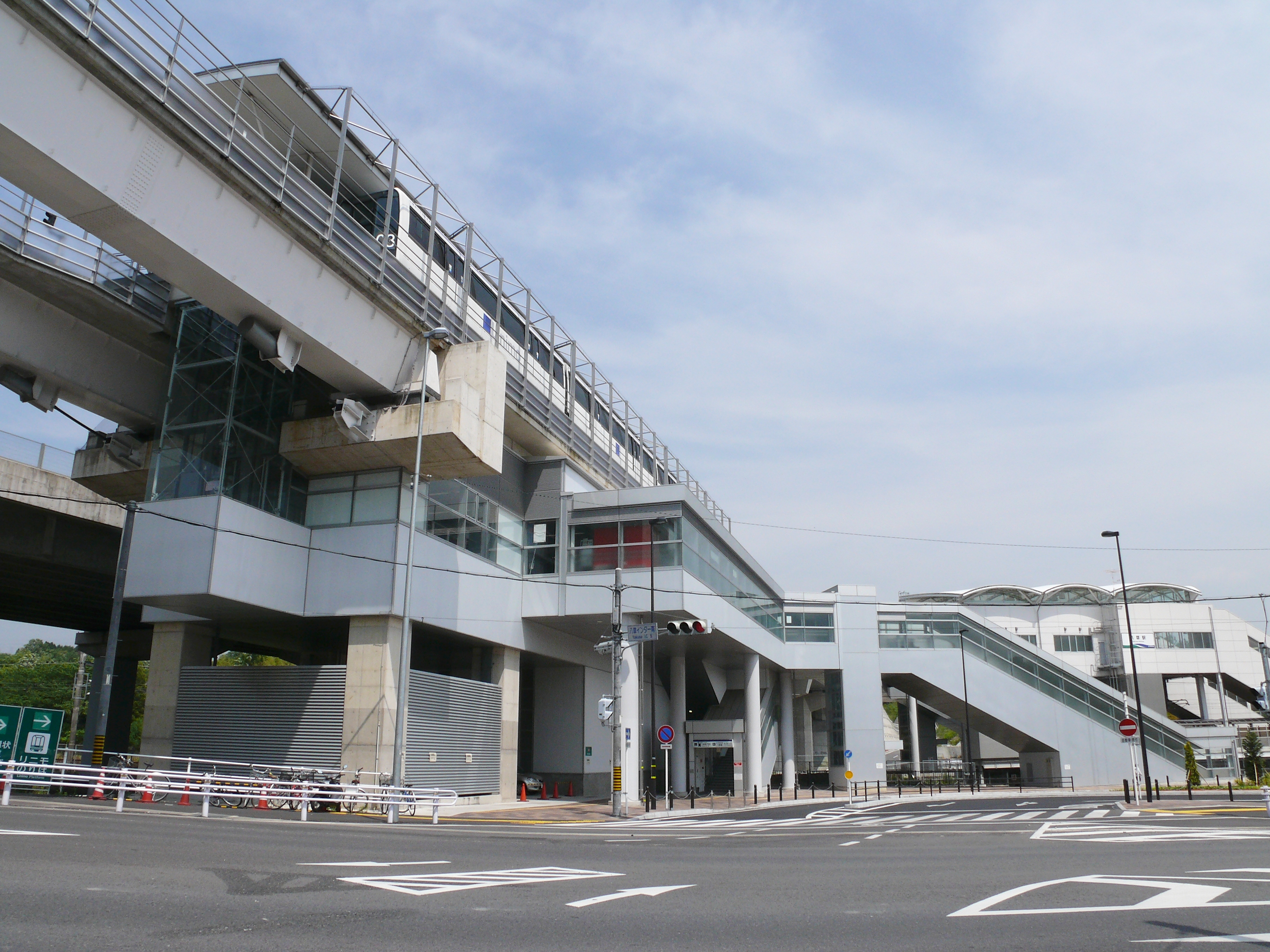
（愛知高速鉄道）八草駅 （2007年（平成19年）5月）

名古屋鉄道（名鉄）
- 豊田線

（みよし市）- （02）浄水駅 - （01）上豊田駅 - （MY08）梅坪駅
- 三河線

（11）猿投駅 - （10）平戸橋駅 - （09）越戸駅 - （08）梅坪駅 - （07）豊田市駅 - （06）上挙母駅 - （05）土橋駅 - （04）竹村駅 - （03）若林駅 - （02）三河八橋駅 -（知立市）

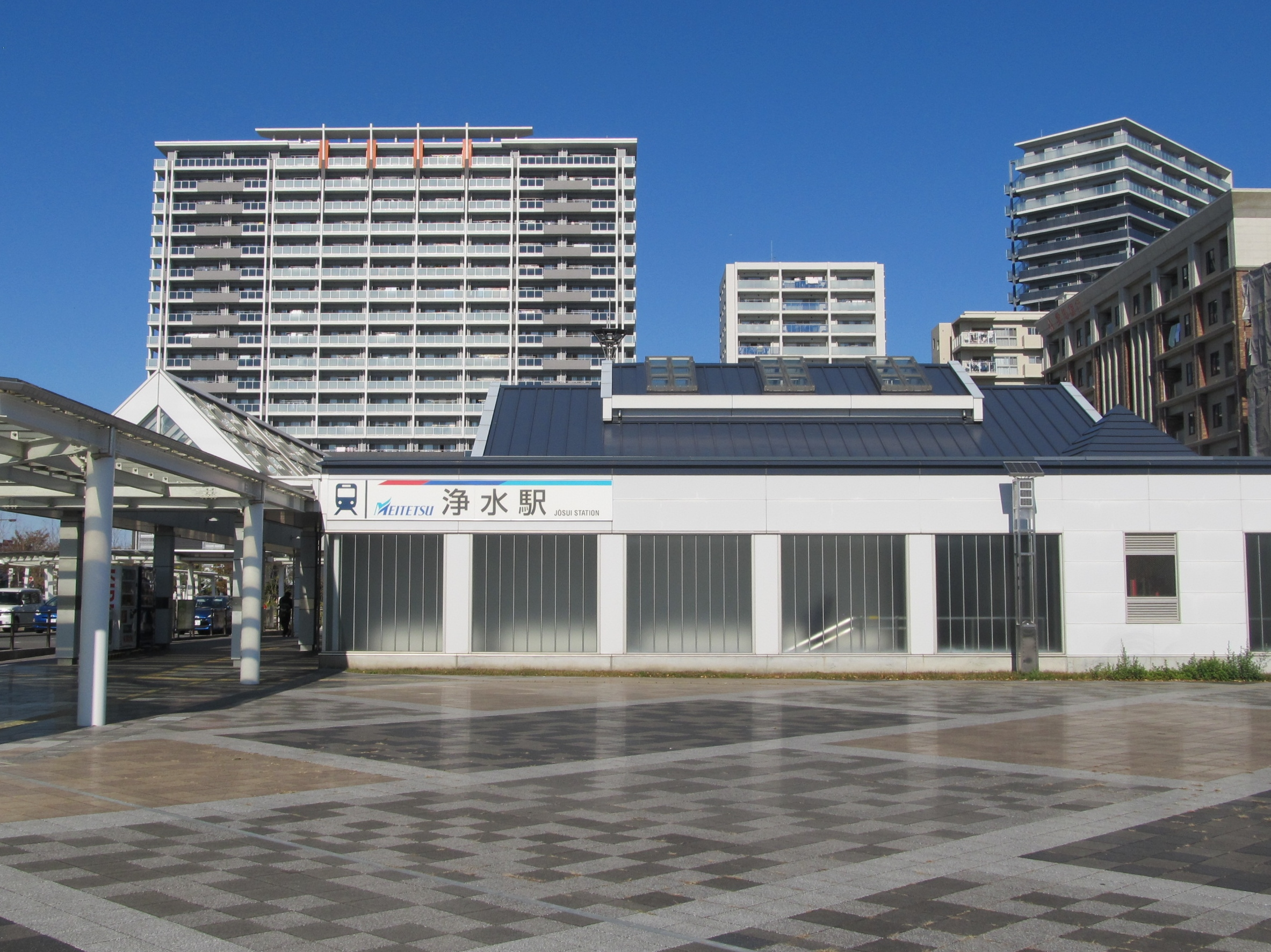
浄水駅 （2018年（平成30年）11月）
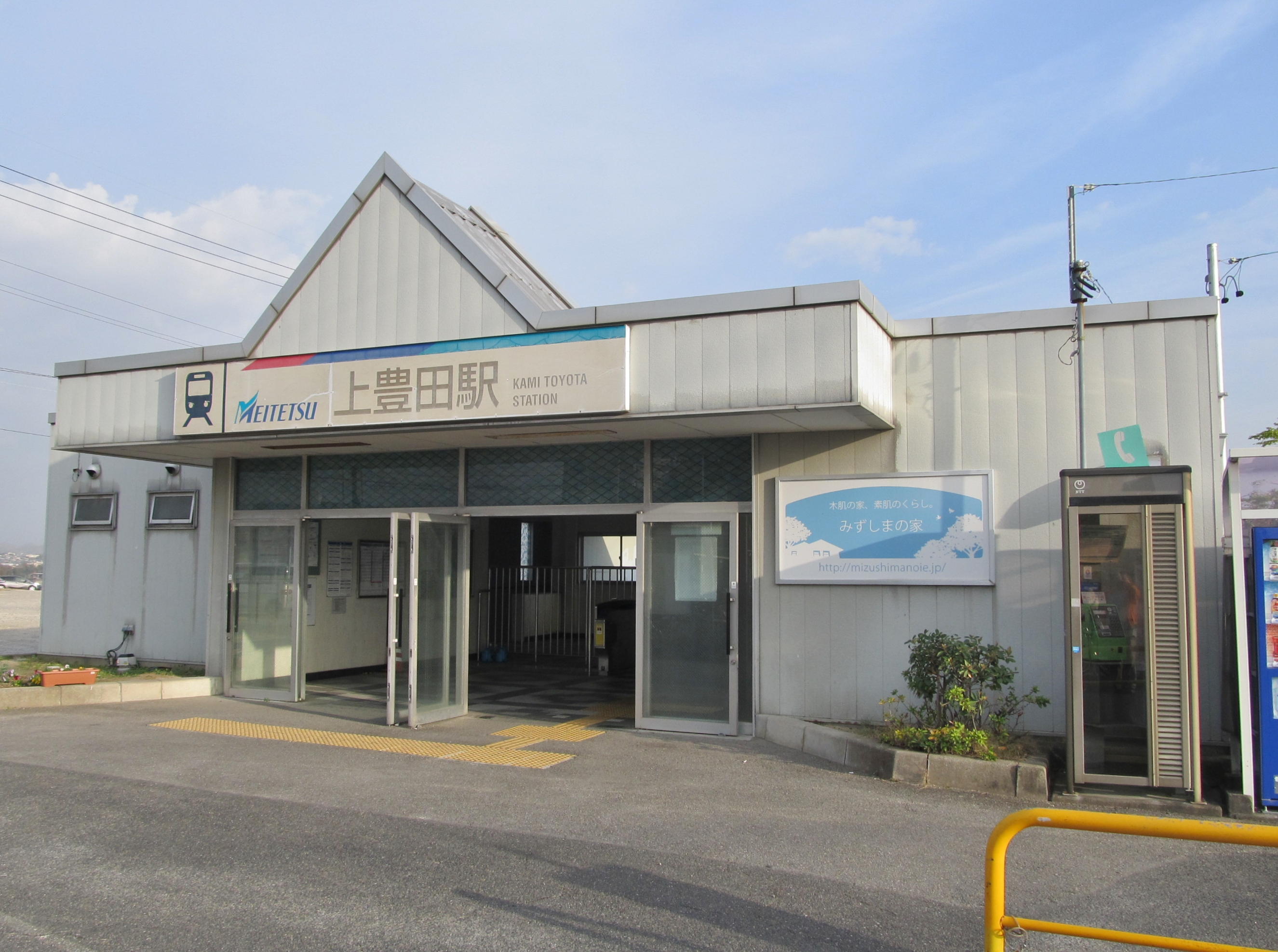
上豊田駅 （2018年（平成30年）12月）
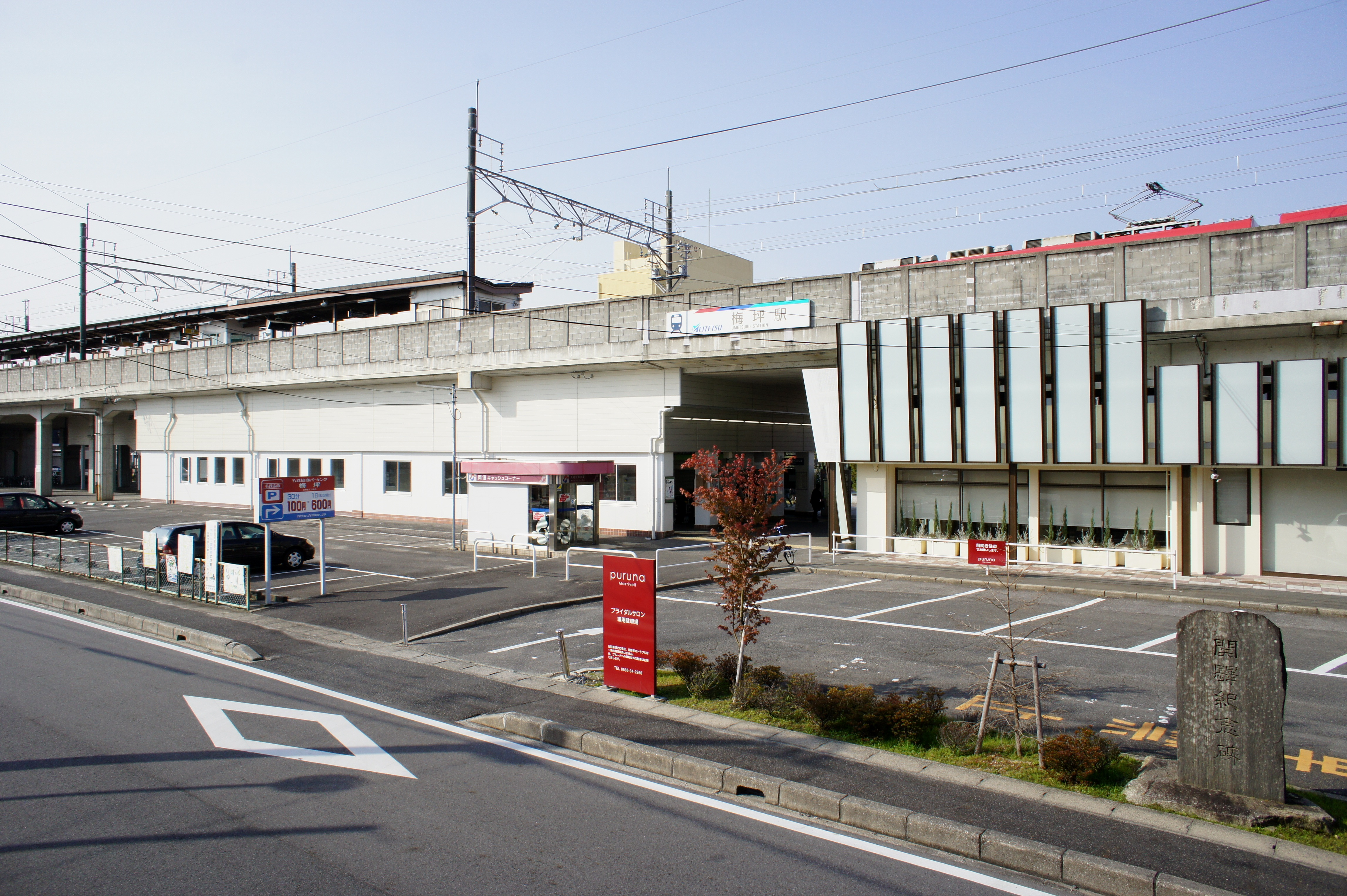
梅坪駅 （2010年（平成22年）11月）
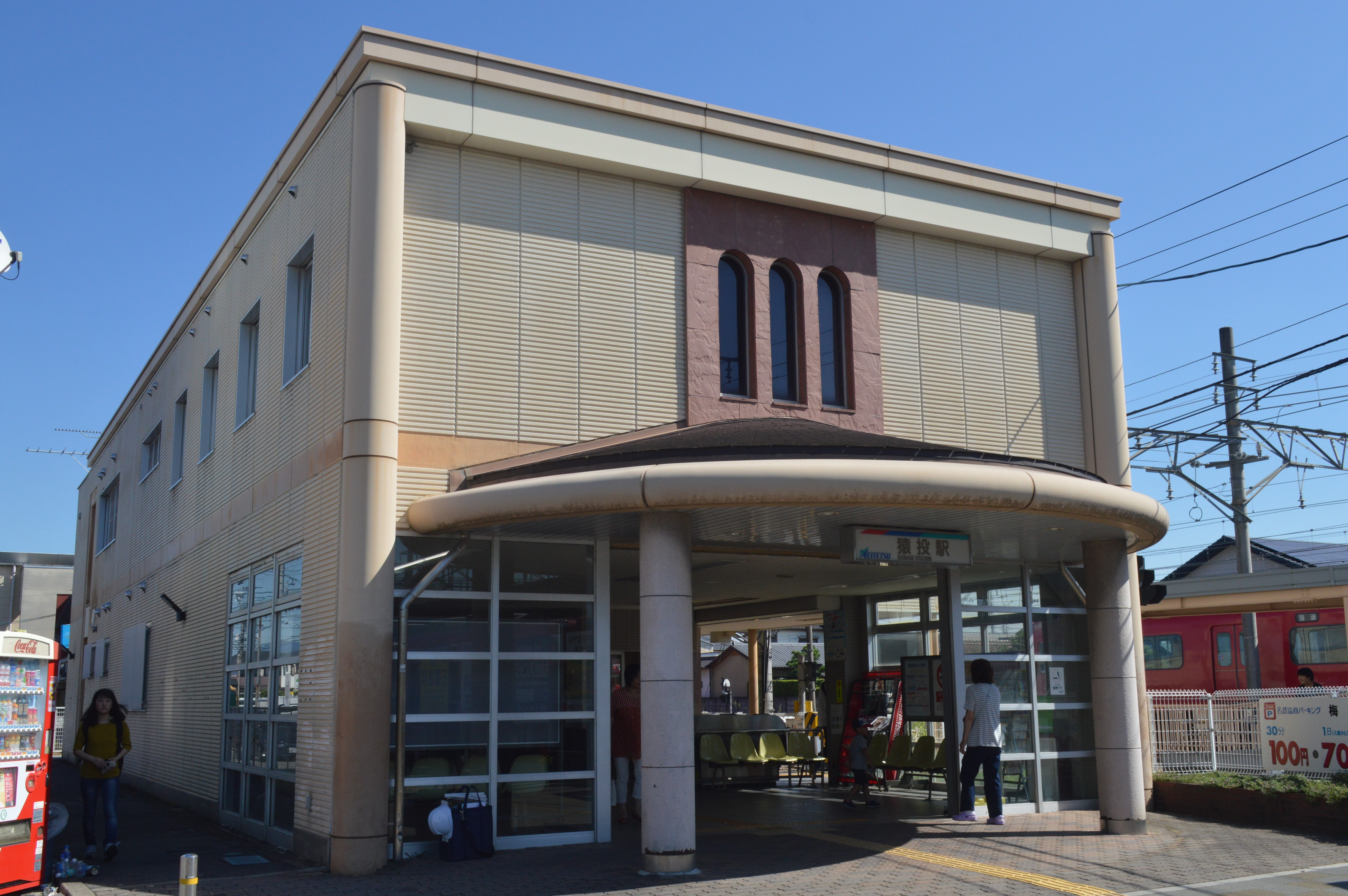
猿投駅 （2019年（令和元年）9月）
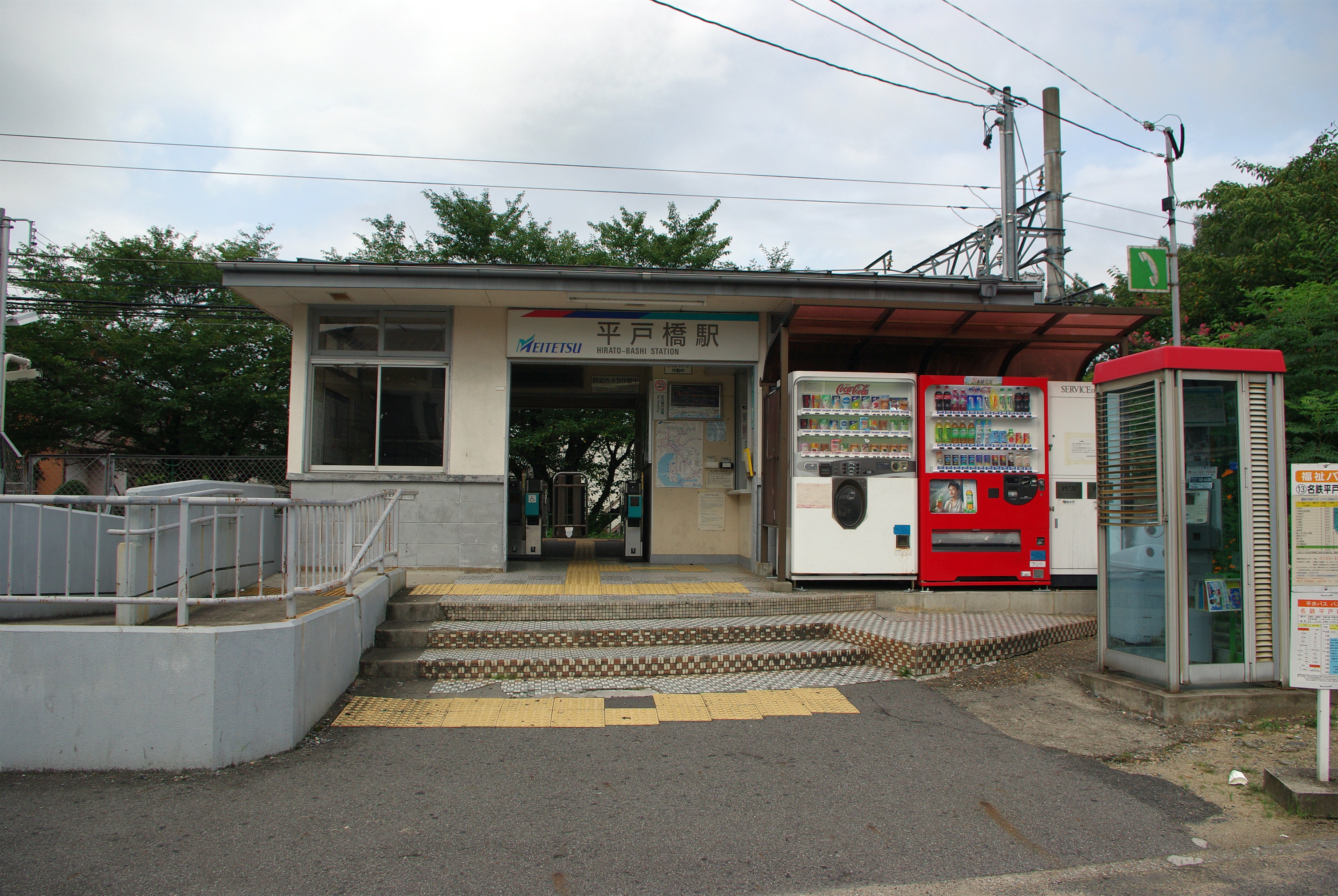
平戸橋駅 （2009年（平成21年）8月）
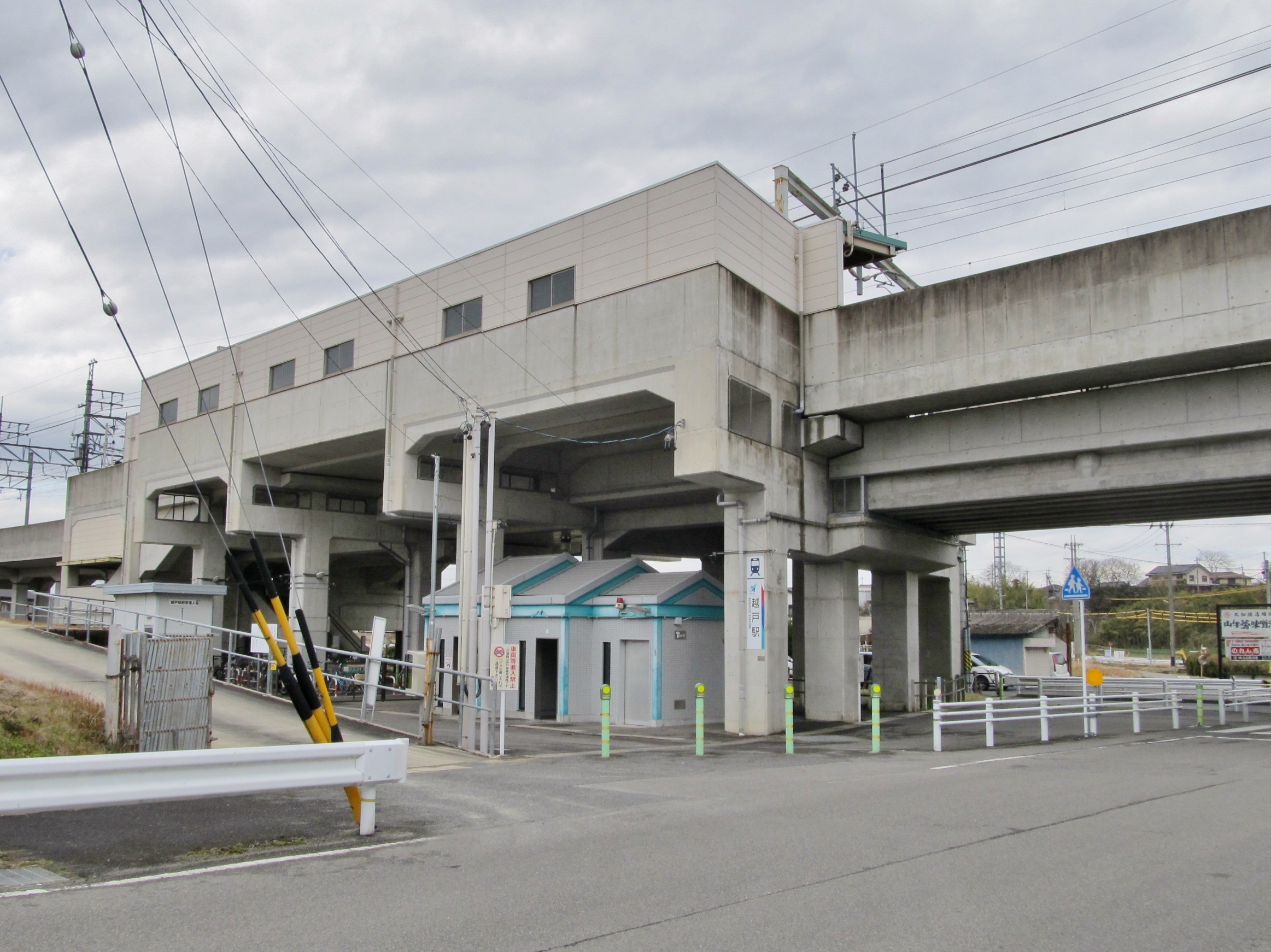
越戸駅 （2019年（平成31年）2月）
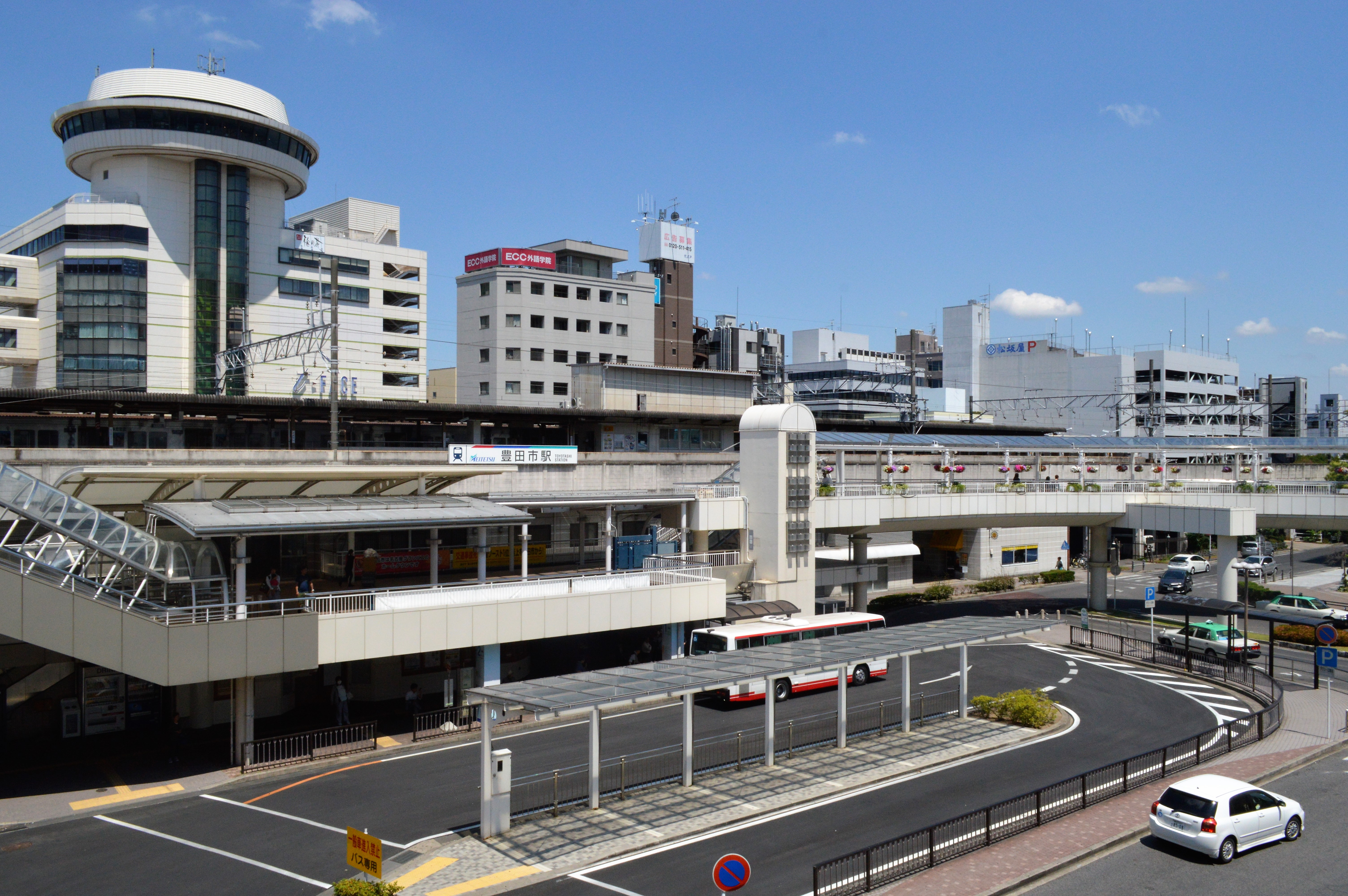
豊田市駅 （2017年（平成29年）6月）
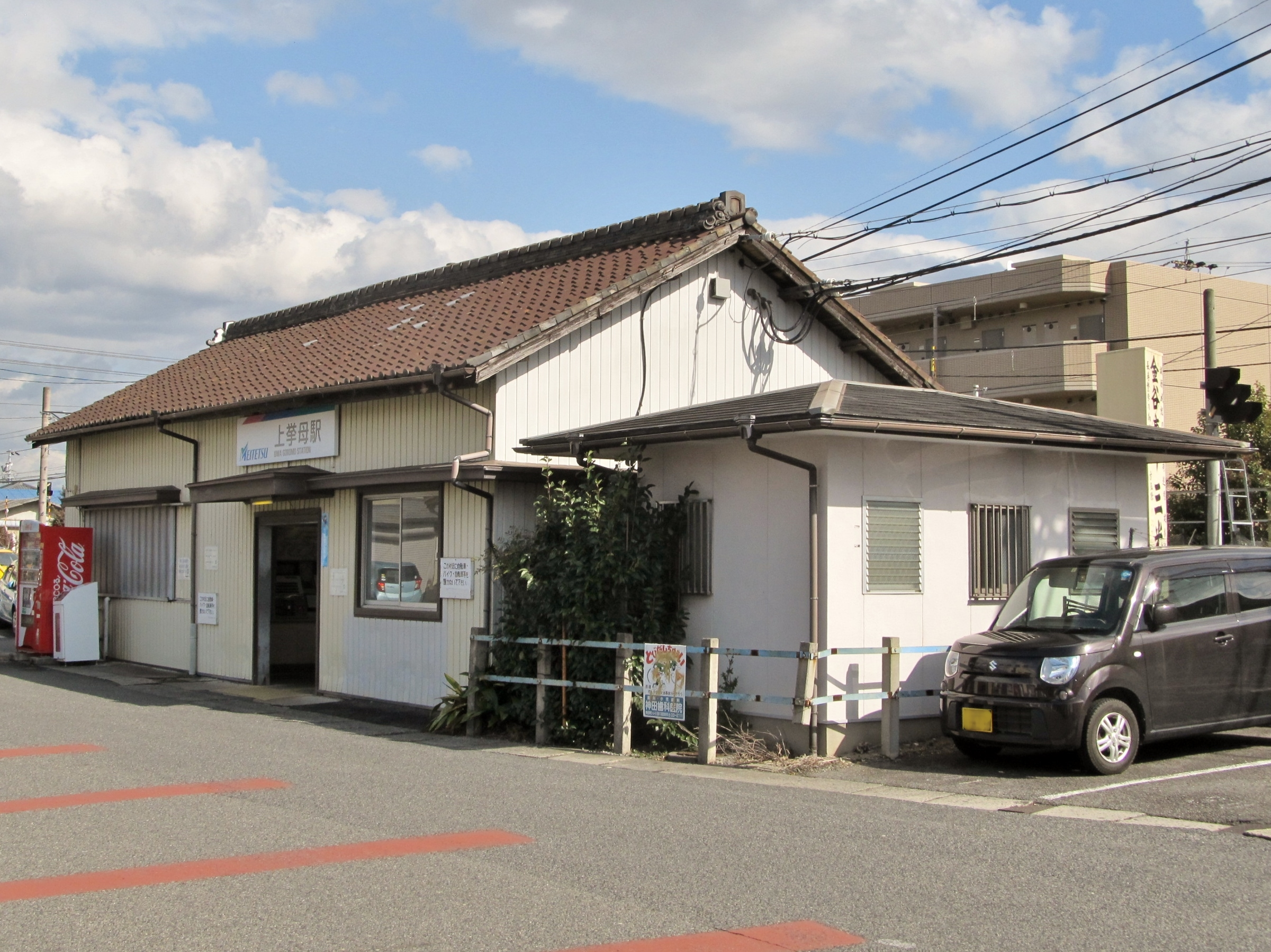
上挙母駅 （2019年（平成31年）2月）
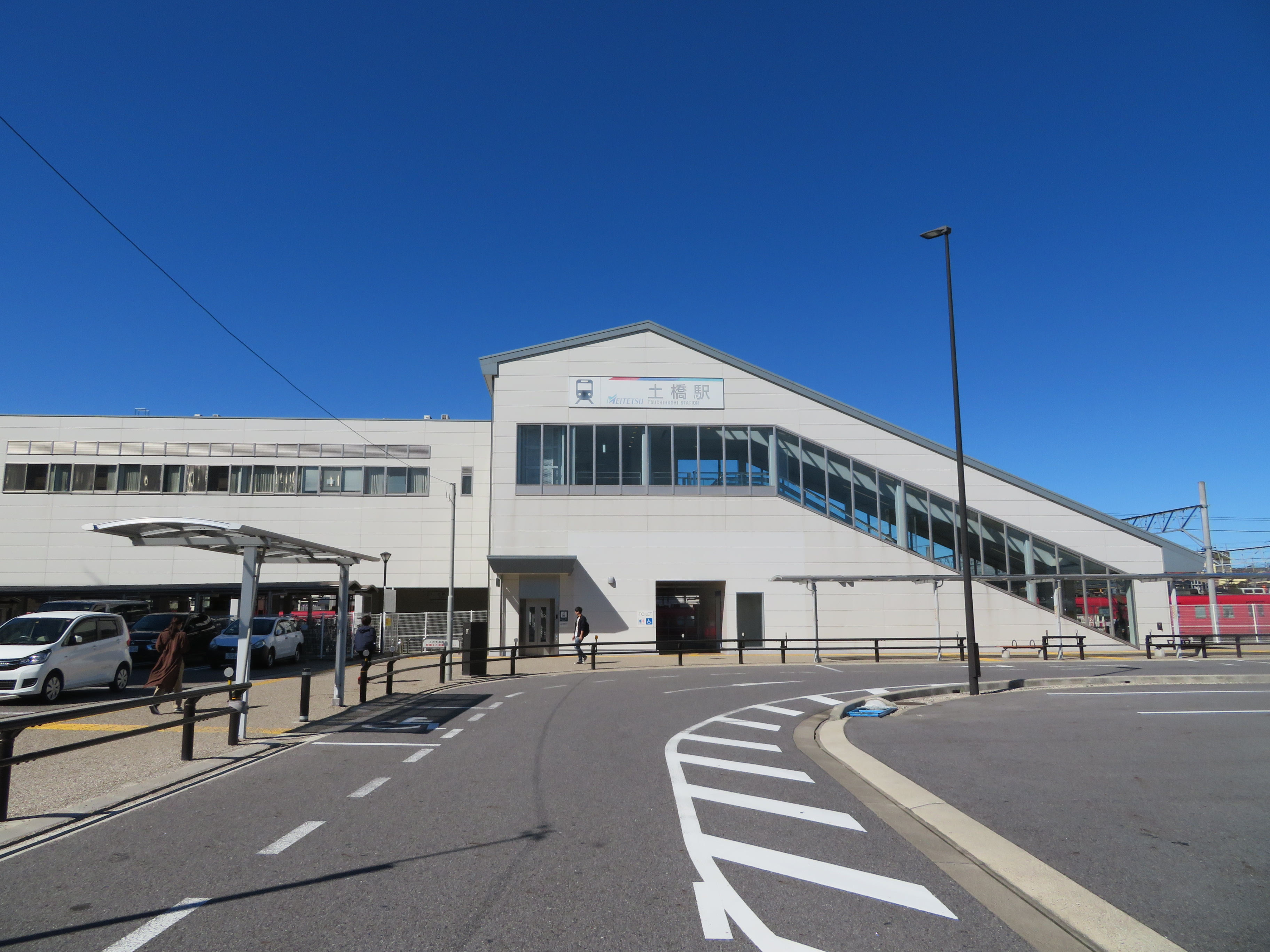
土橋駅 （2019年（令和元年）10月）
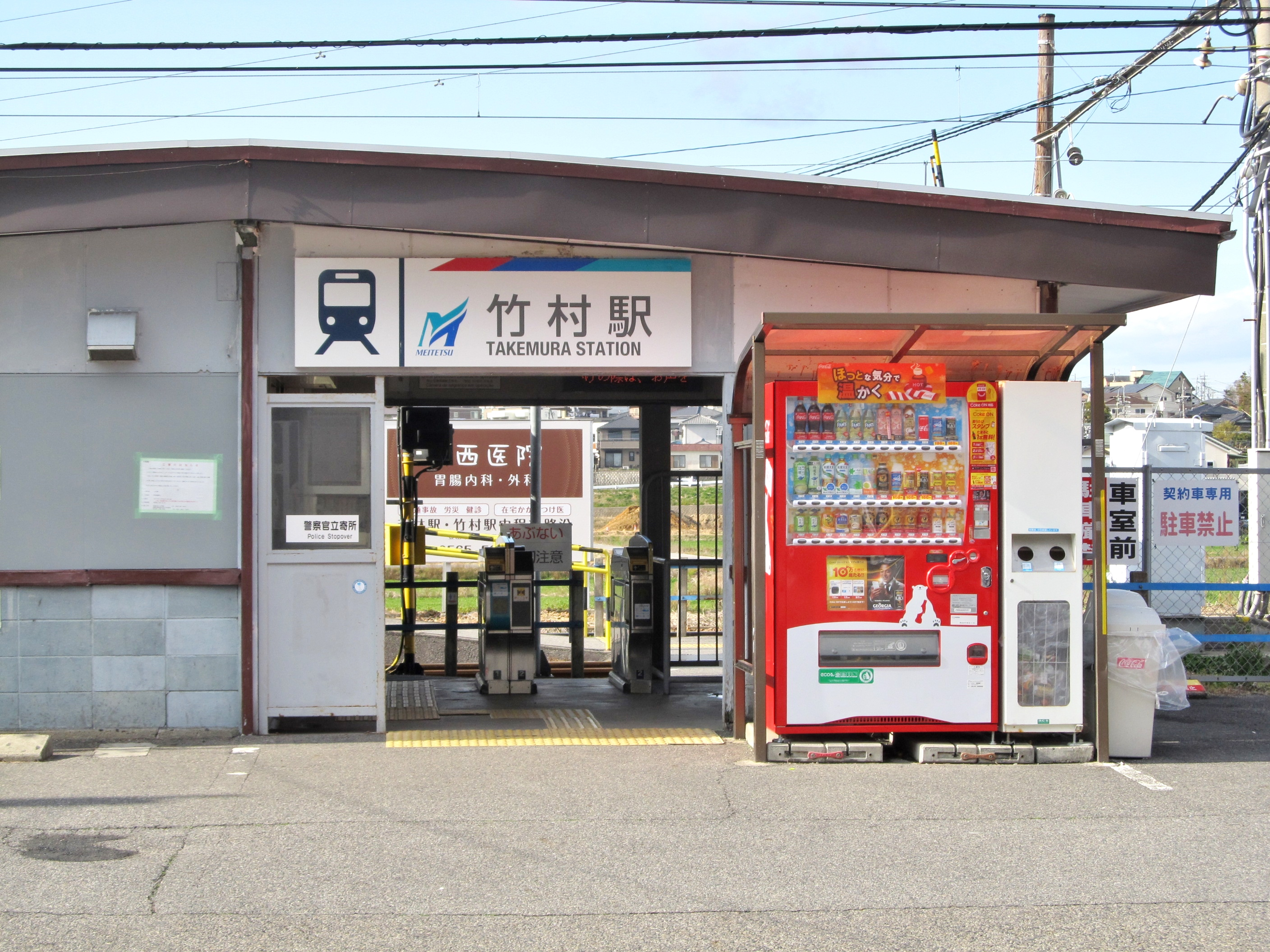
竹村駅 （2019年（平成31年）2月）
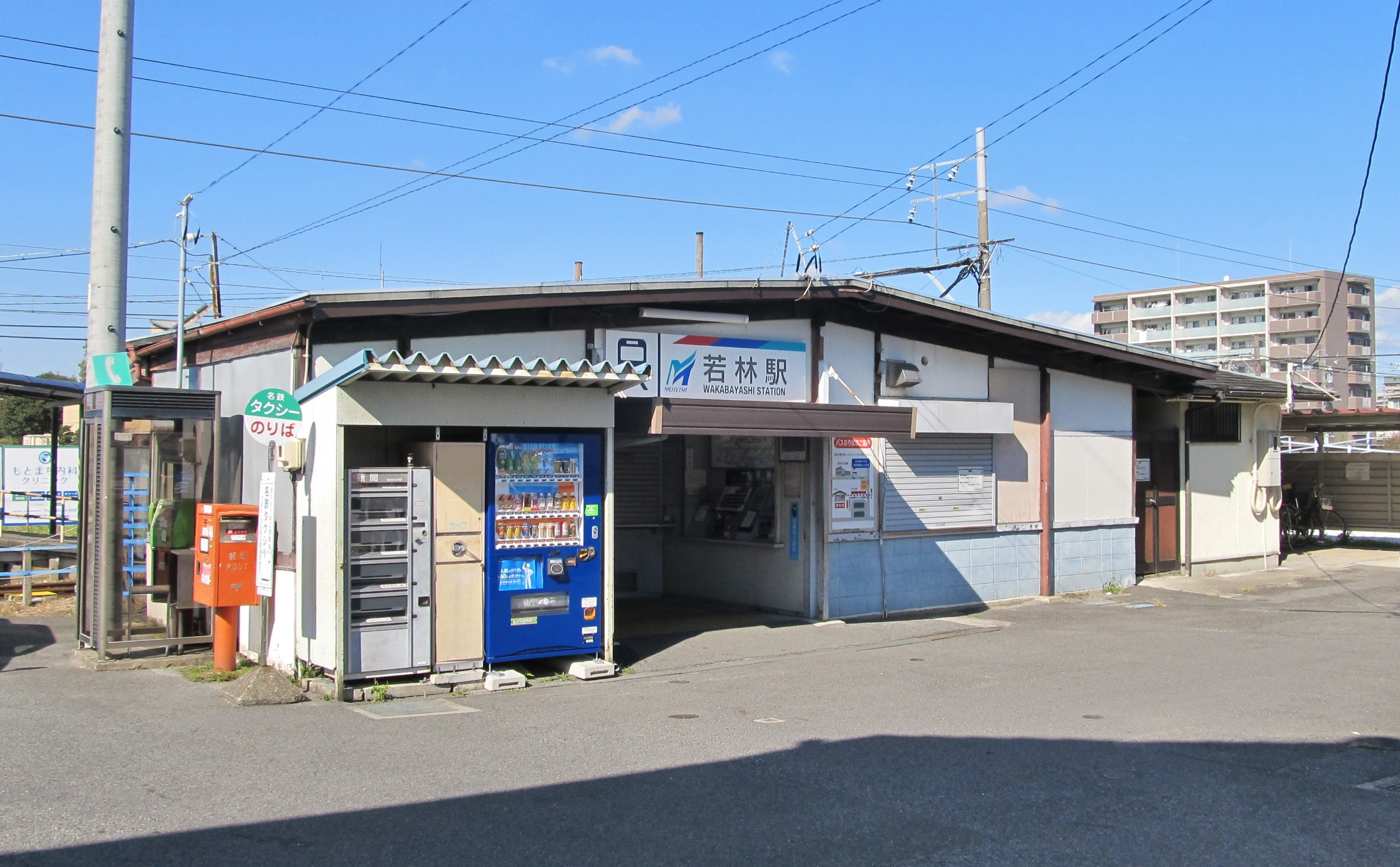
若林駅 （2018年（平成30年）10月）
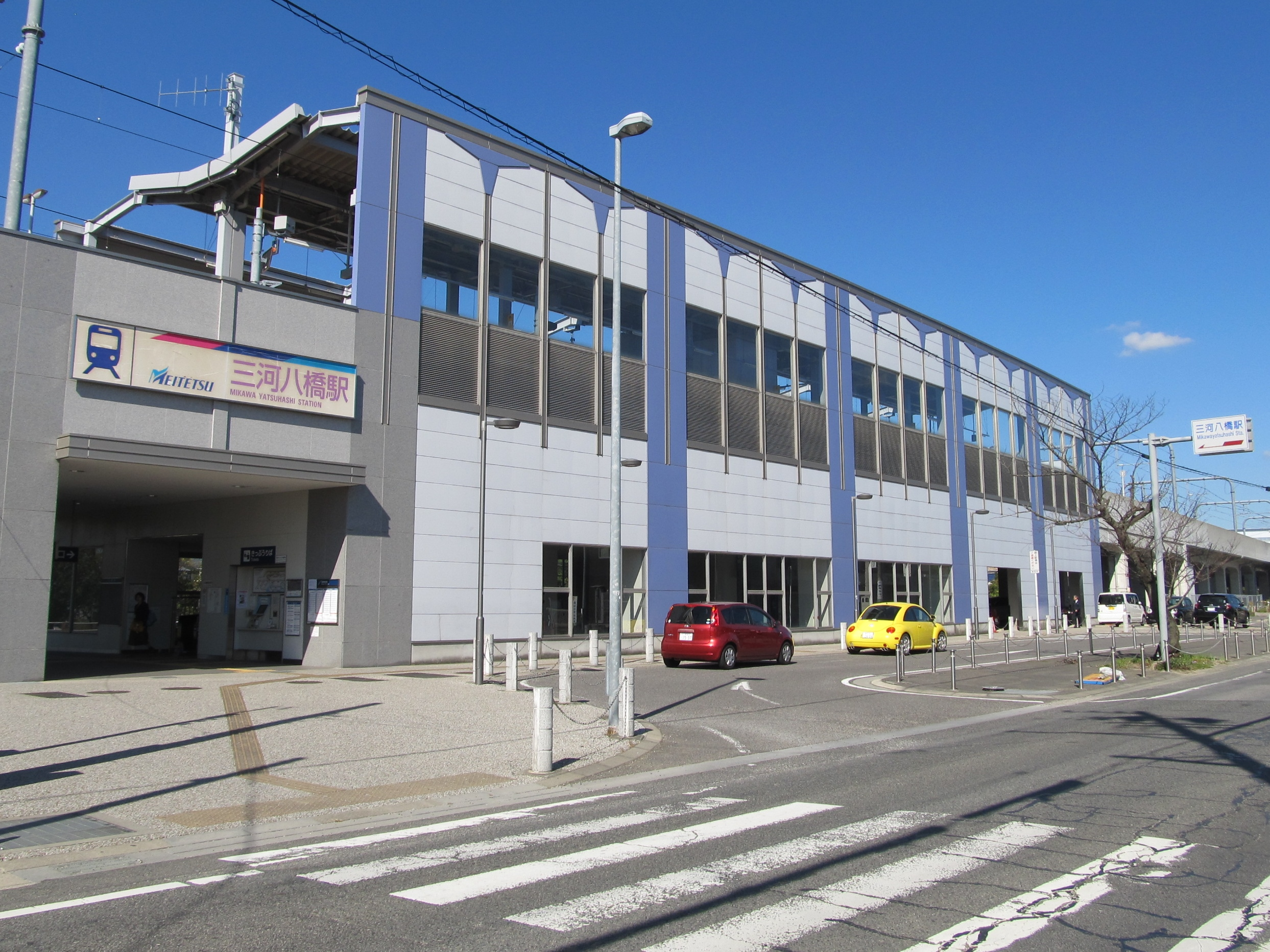
三河八橋駅 （2018年（平成30年）10月）

愛知環状鉄道（愛環）
- 愛知環状鉄道線

（瀬戸市）- 八草駅 - 篠原駅 - 保見駅 - 貝津駅 - 四郷駅 - 愛環梅坪駅 - 新豊田駅 - 新上挙母駅 - 三河豊田駅 - 末野原駅 - 永覚駅 - 三河上郷駅 -（岡崎市）
その他、北野桝塚駅 - 大門駅（いずれも岡崎市）間でも約165メートルではあるが当市を通過している。

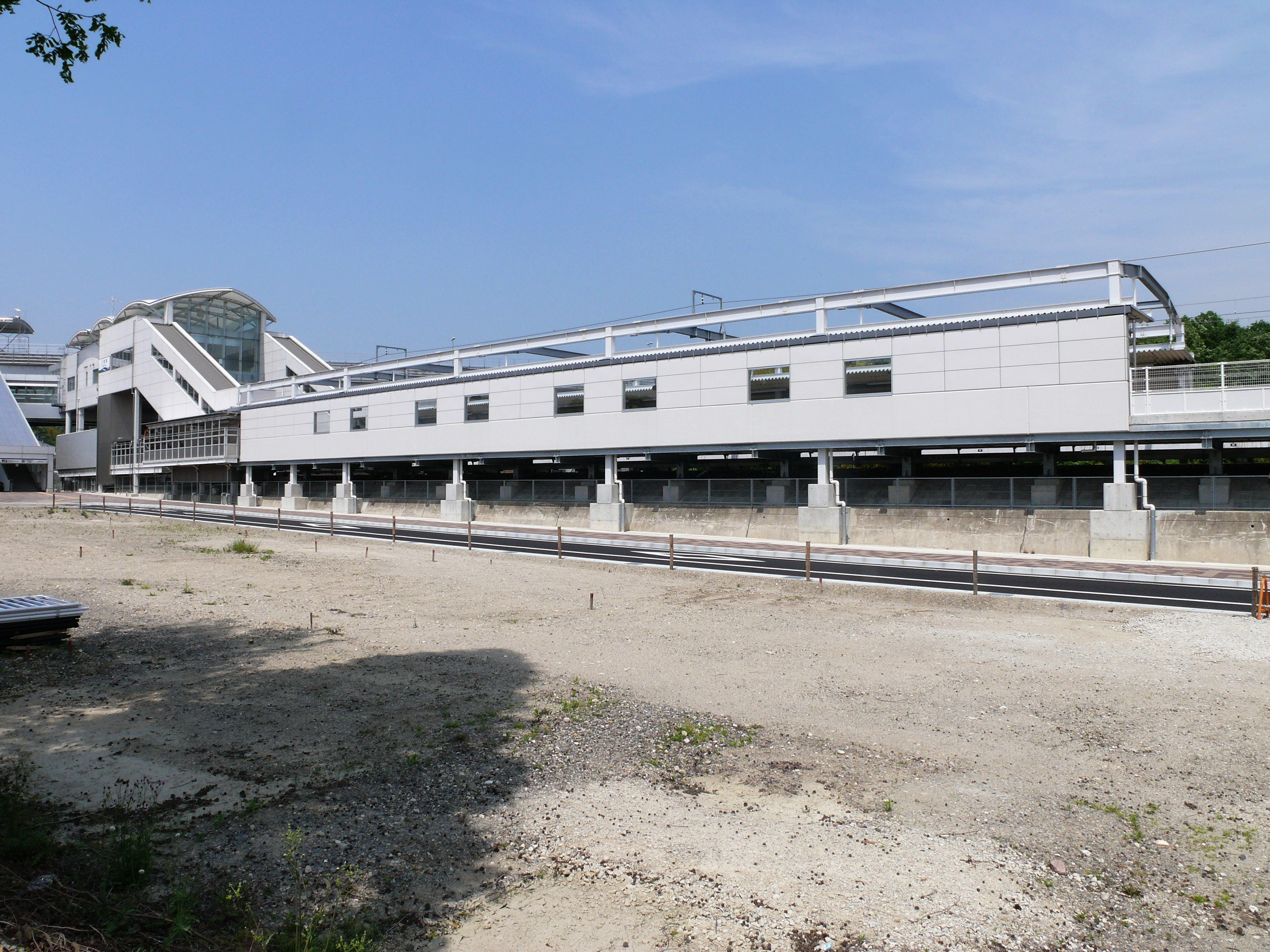
（愛知環状鉄道）八草駅 （2007年（平成19年）5月）
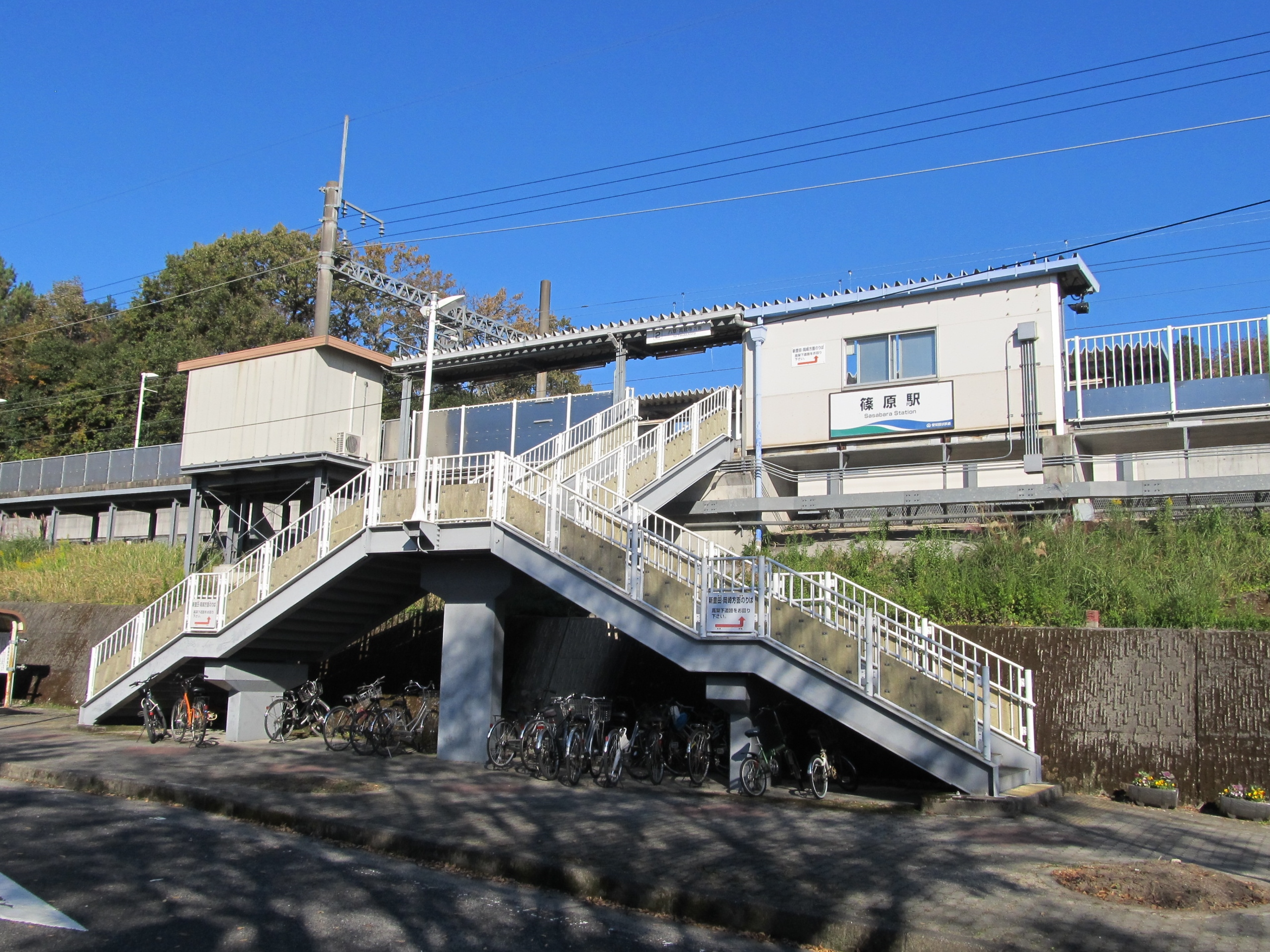
篠原駅 （2018年（平成30年）11月）
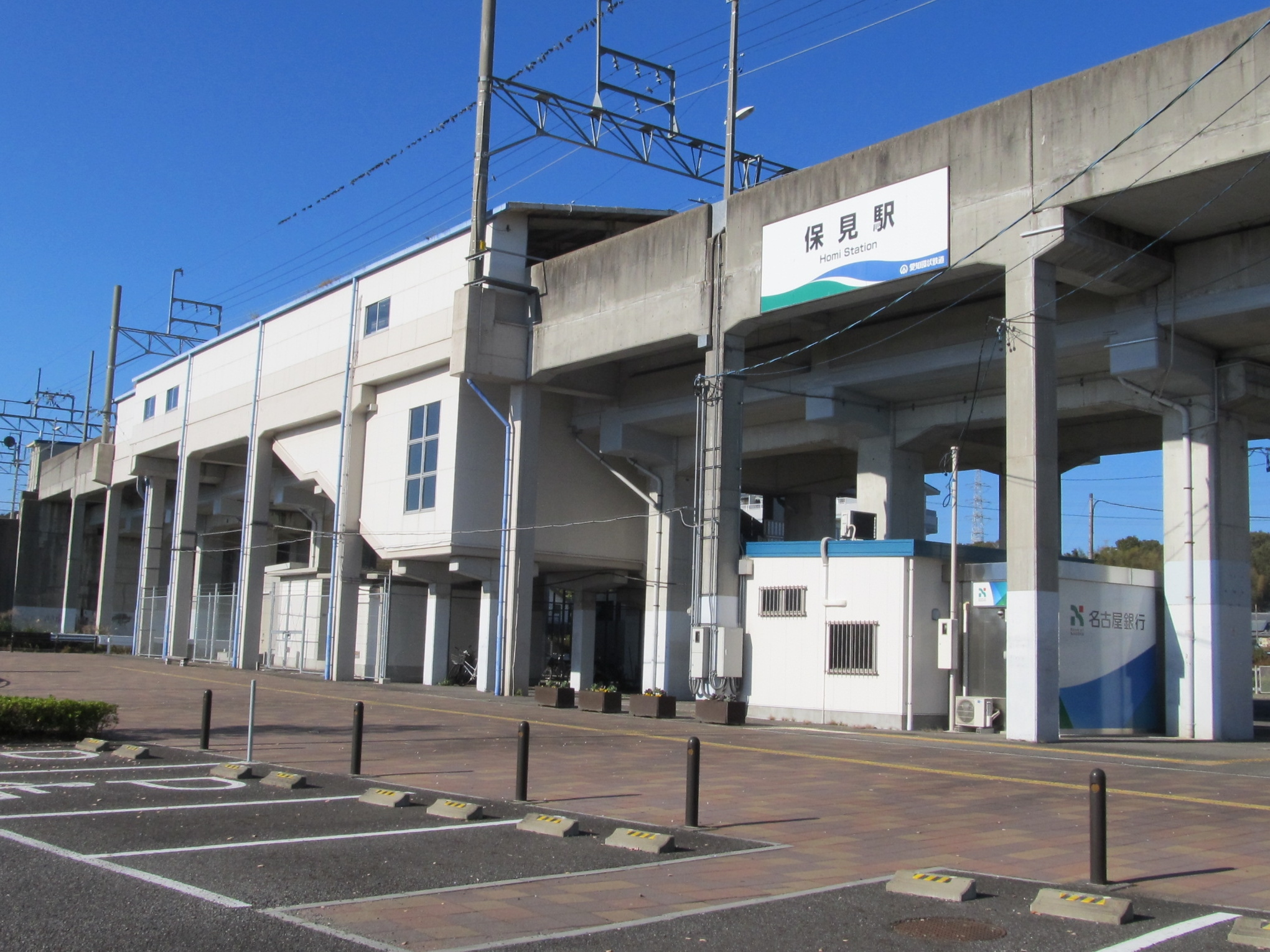
保見駅 （2018年（平成30年）11月）
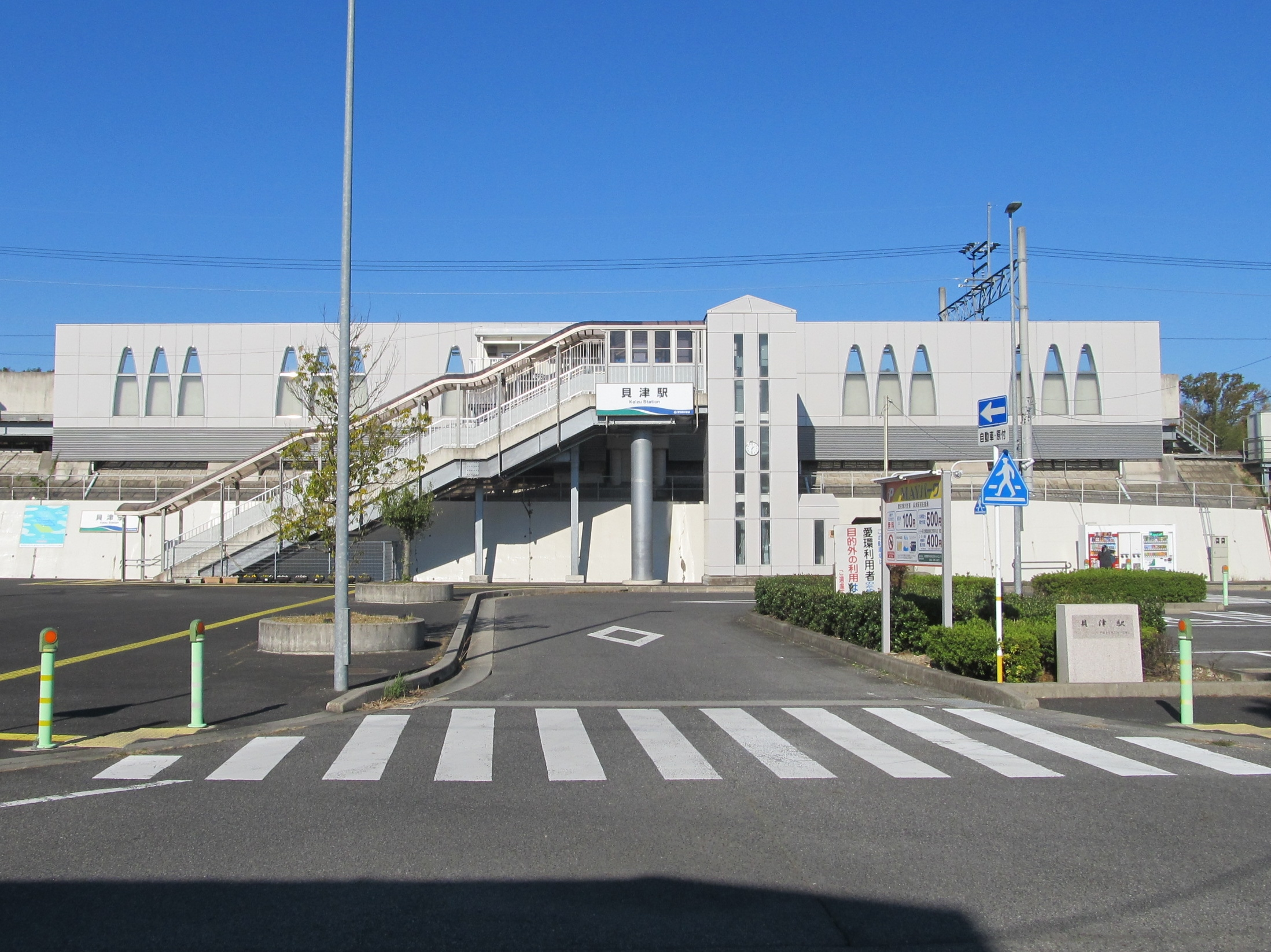
貝津駅 （2018年（平成30年）11月）
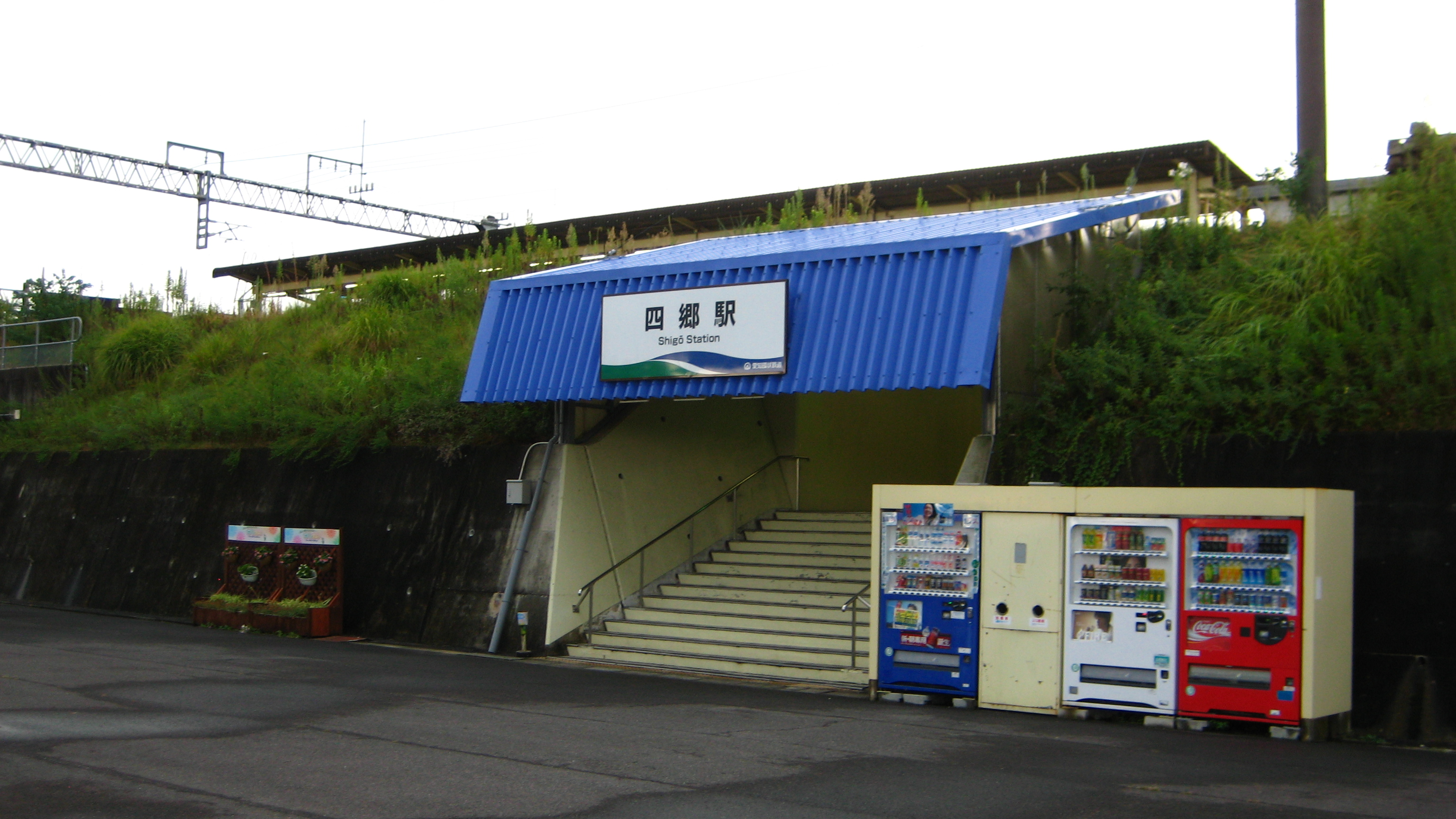
四郷駅 （2008年（平成20年）8月）
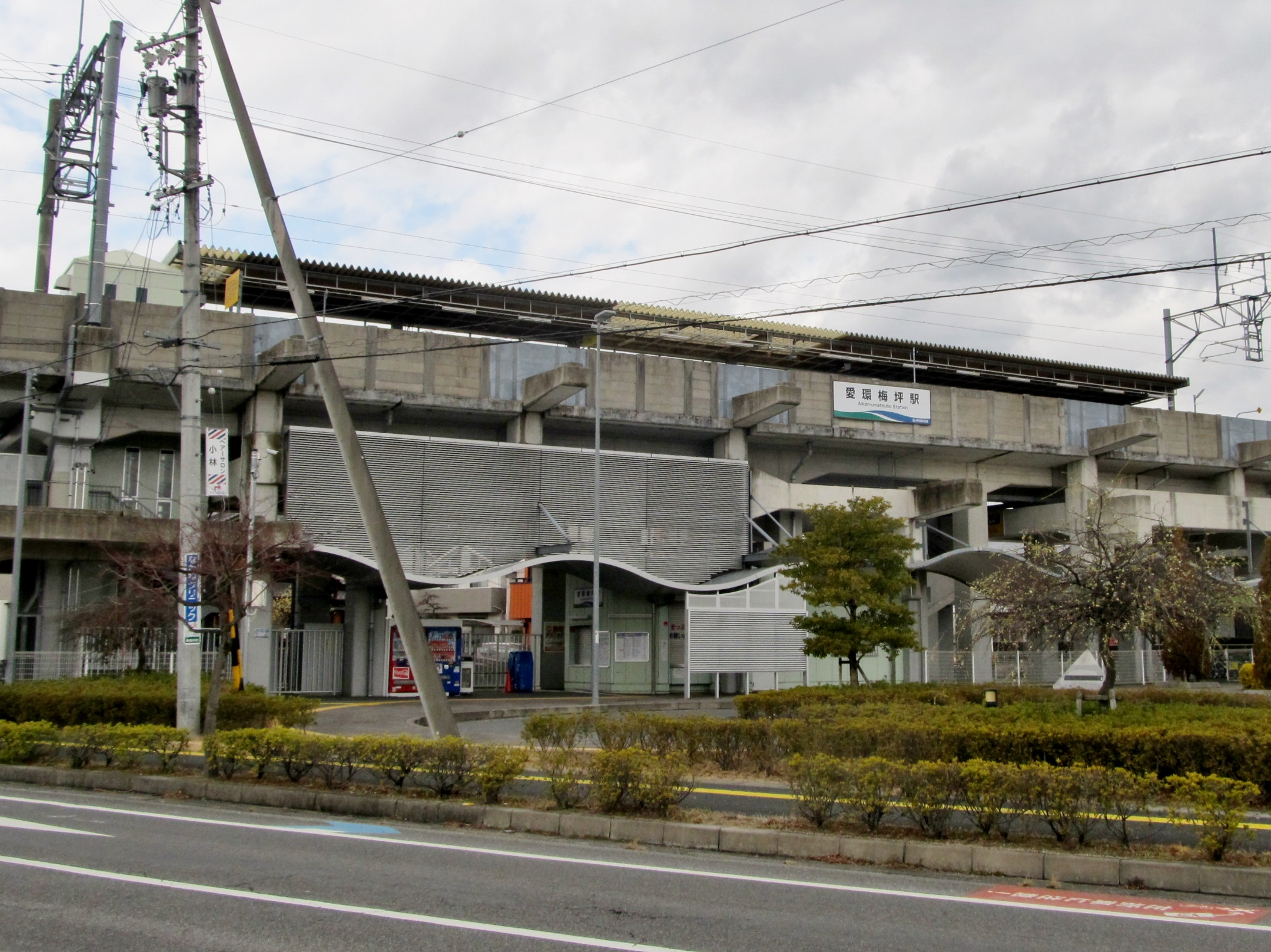
愛環梅坪駅 （2019年（平成31年）2月）
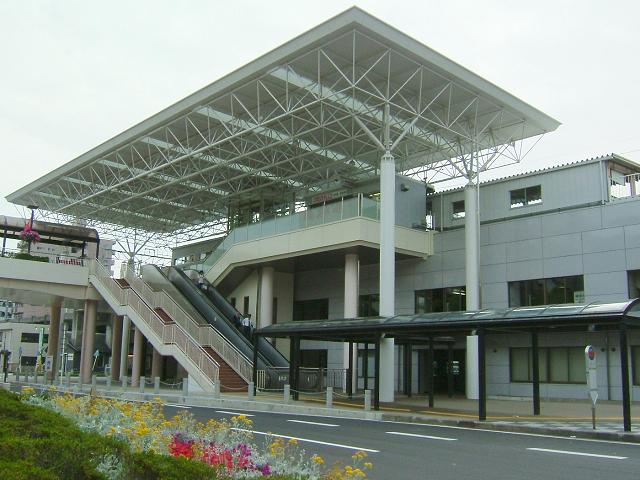
新豊田駅 （2005年（平成17年）6月）
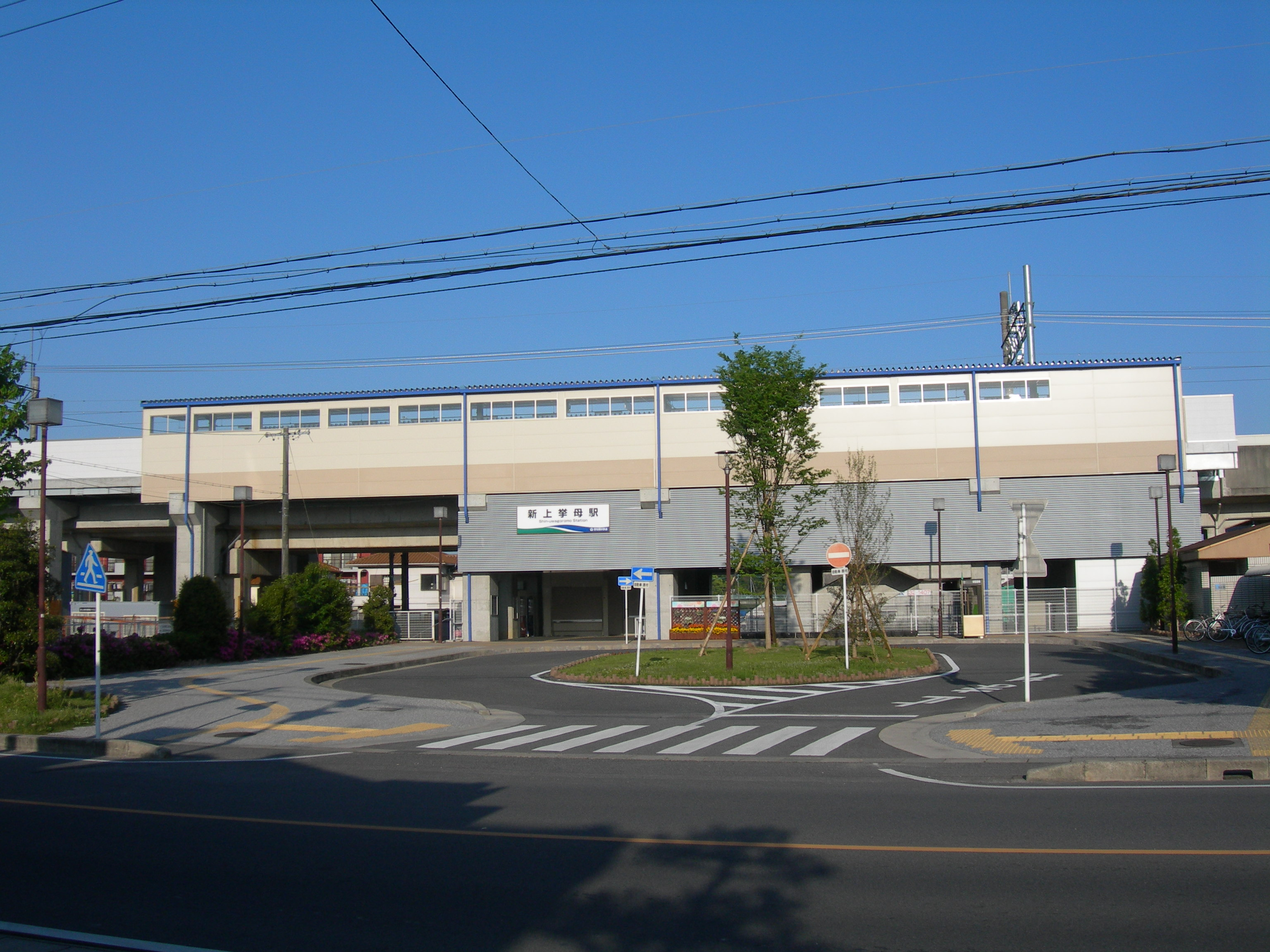
新上挙母駅 （2008年（平成20年）5月）
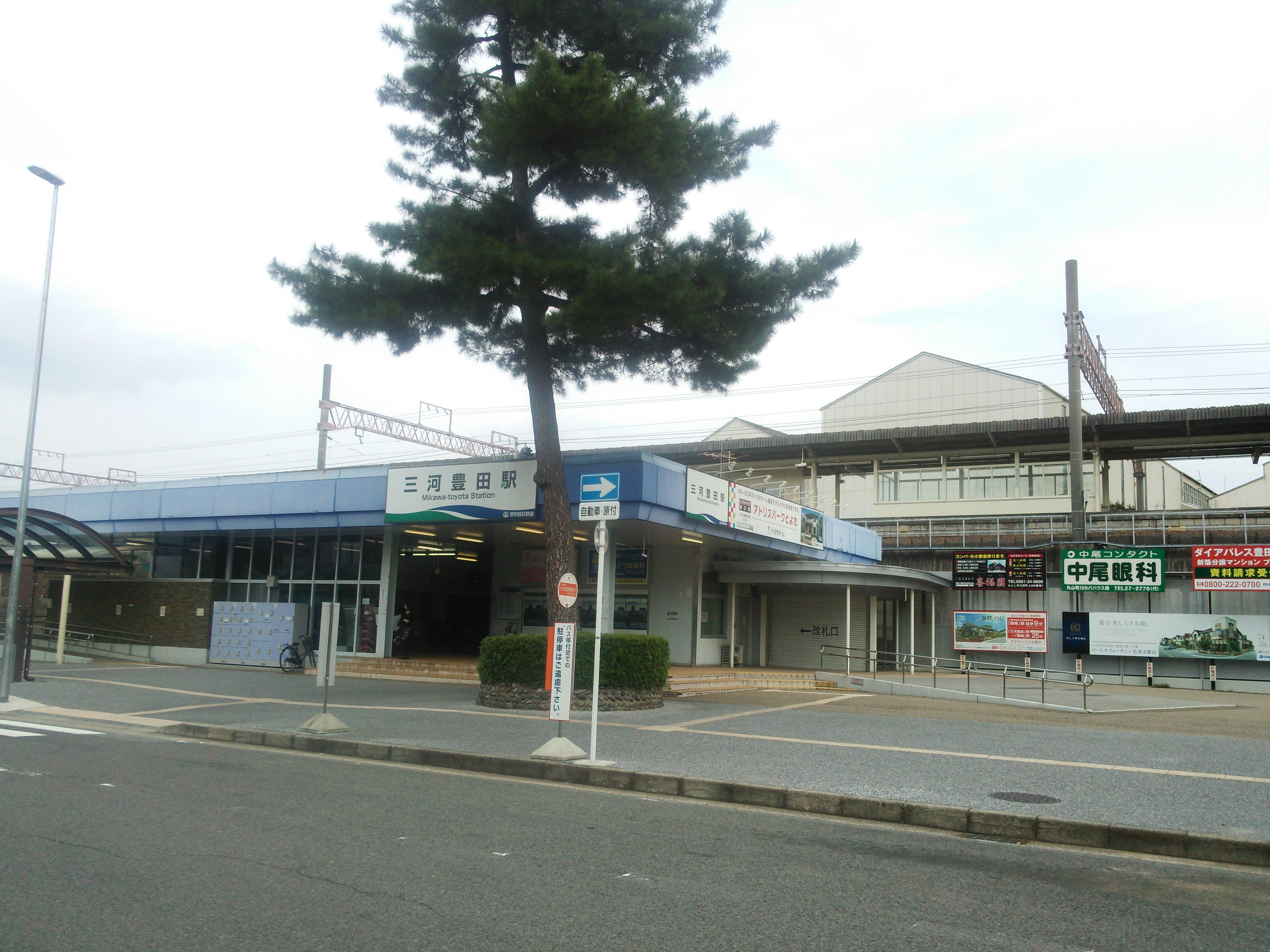
三河豊田駅 （2014年（平成26年）10月）
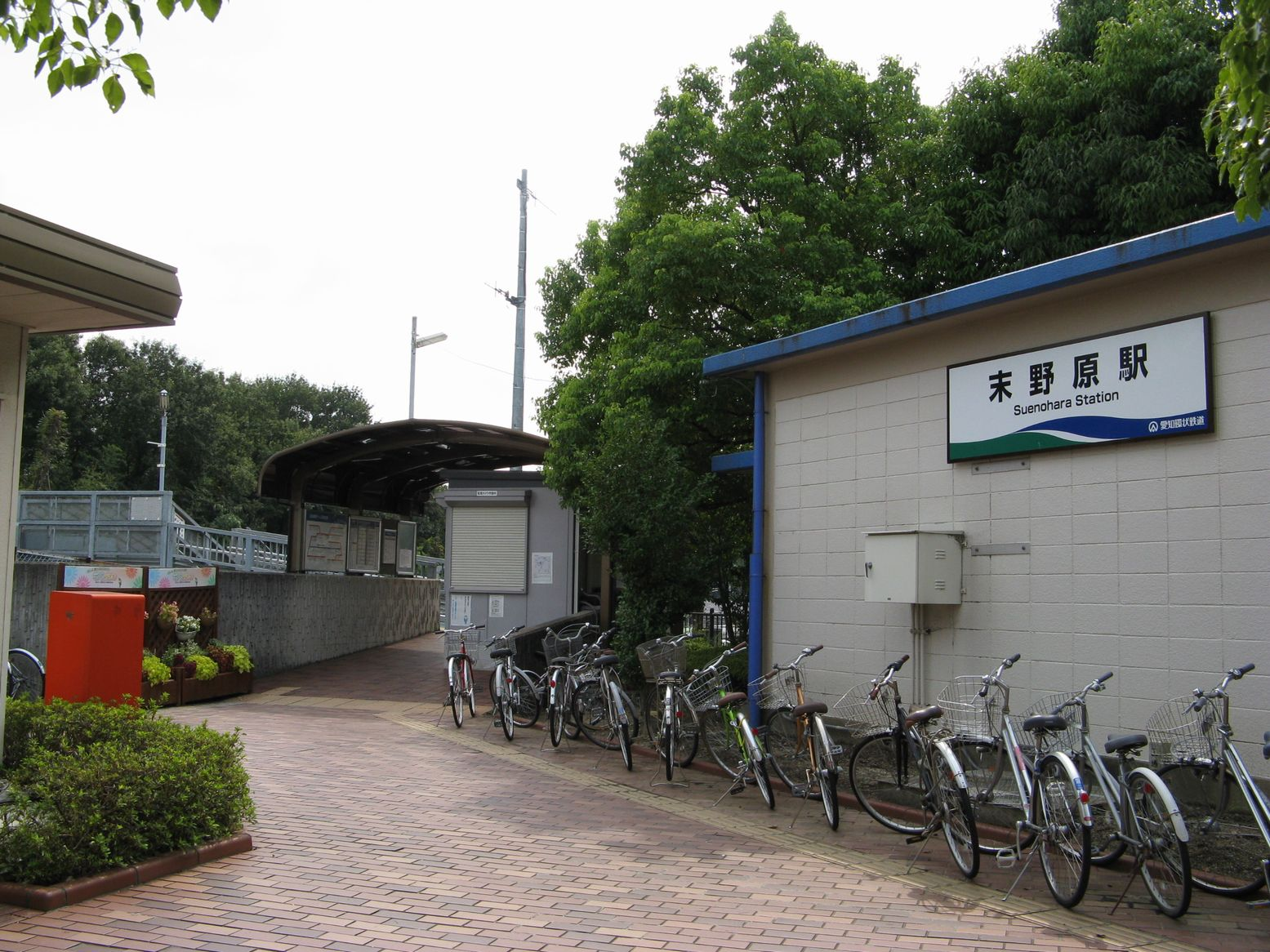
末野原駅 （2008年（平成20年）10月）
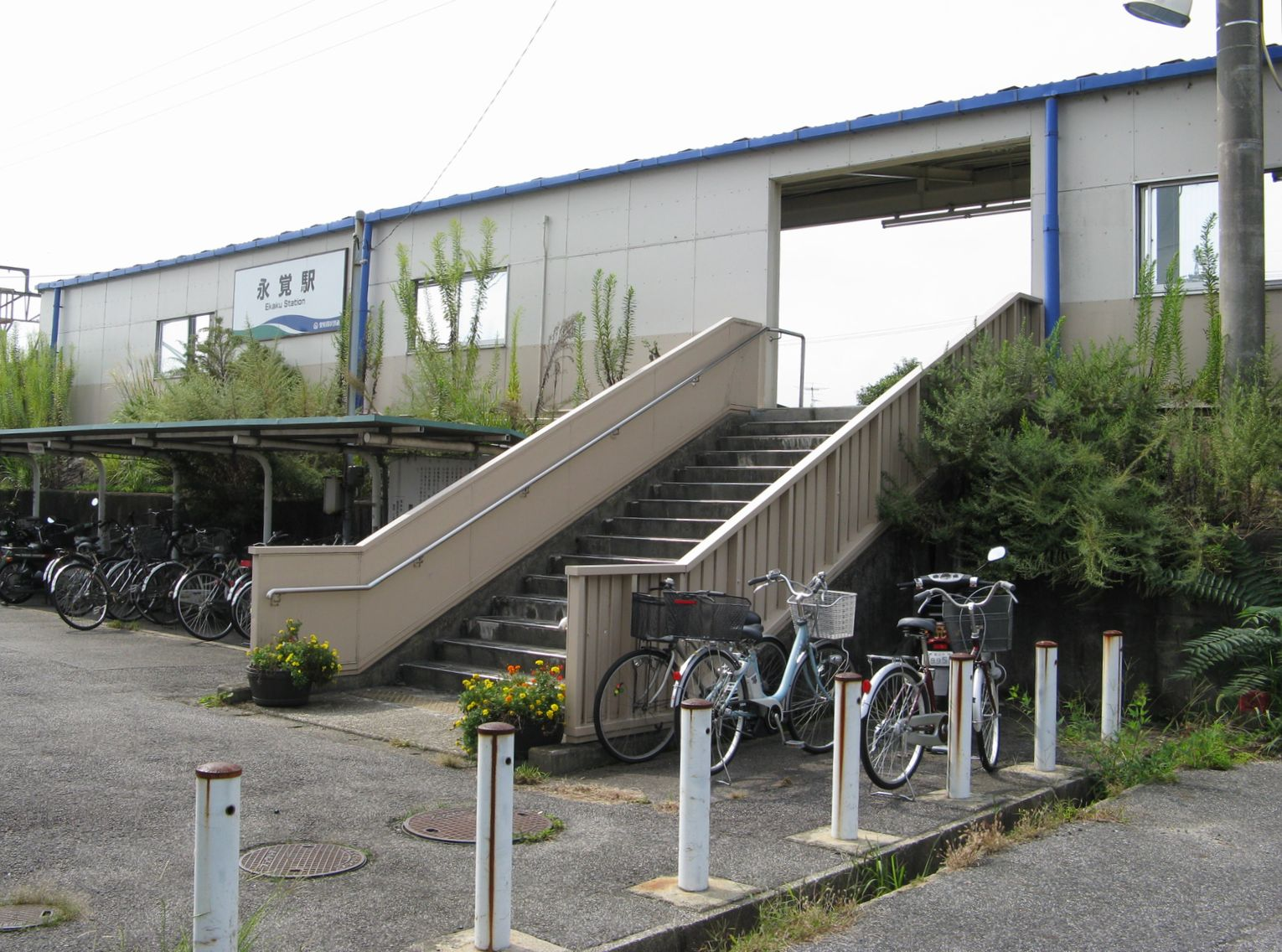
永覚駅 （2008年（平成20年）10月）
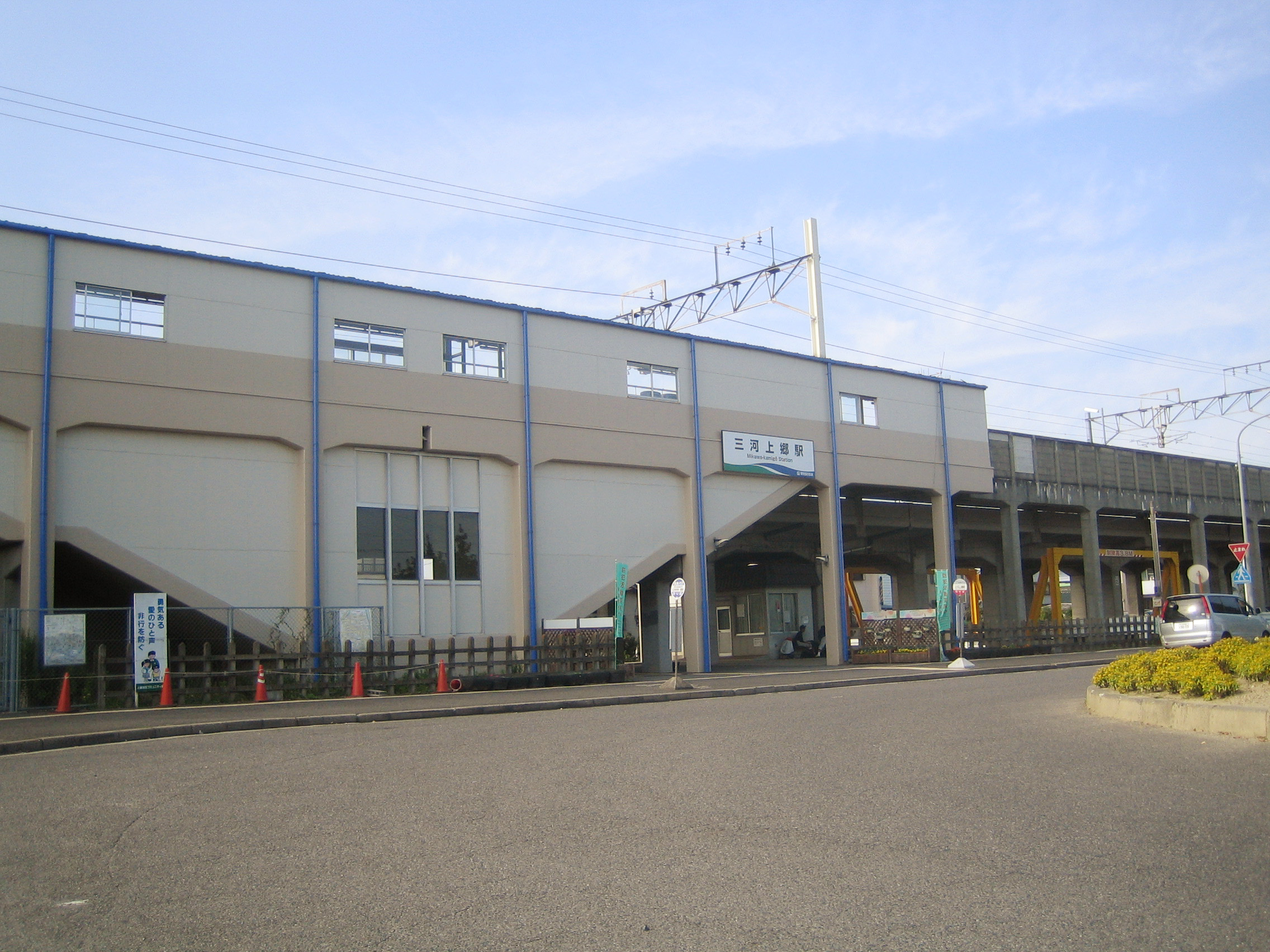
三河上郷駅 （2006年（平成18年）10月）

愛知高速交通（リニモ）
- 東部丘陵線

（長久手市）- 陶磁資料館南駅 - 八草駅
- 陶磁資料館南駅
（2014年（平成26年）7月）
- （愛知高速鉄道）八草駅
（2007年（平成19年）5月）

#### 廃止路線
名古屋鉄道
- （1973年（昭和48年）廃止） 挙母線

上挙母駅 - トヨタ自動車前駅 - 鴛鴨駅 - 渡刈駅 -（岡崎市）
- （2004年（平成16年）廃止） 三河線

猿投駅 - 三河御船駅 - 枝下駅 - 三河広瀬駅 - 西中金駅

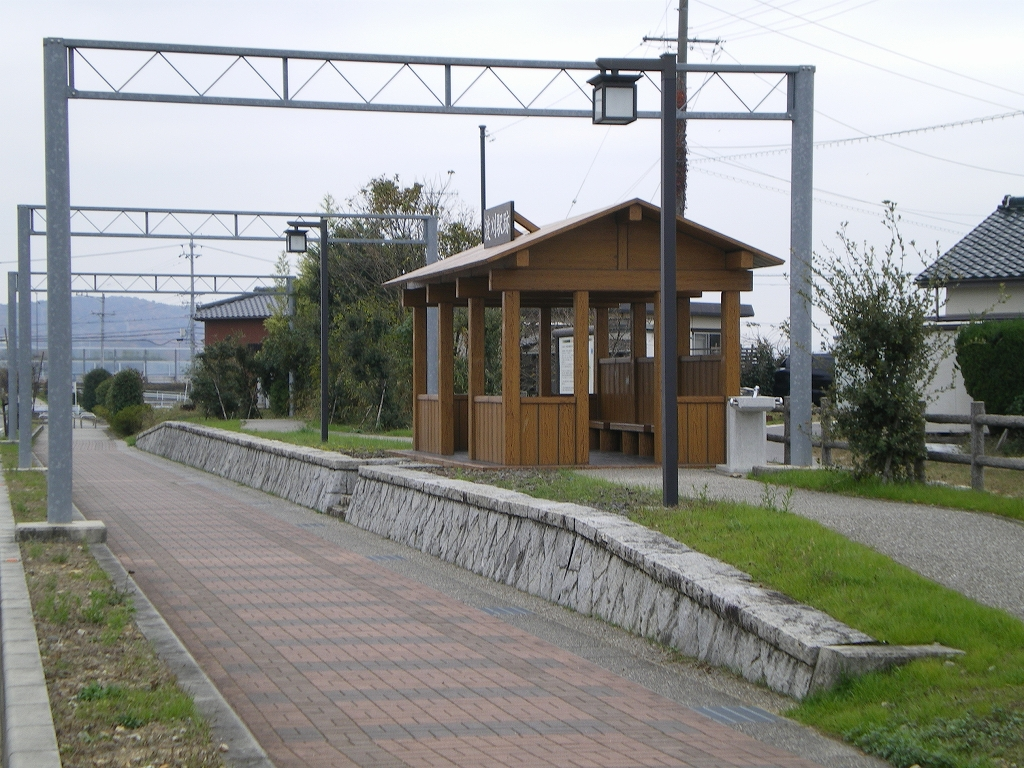
渡刈駅跡 （2009年（平成21年）12月）
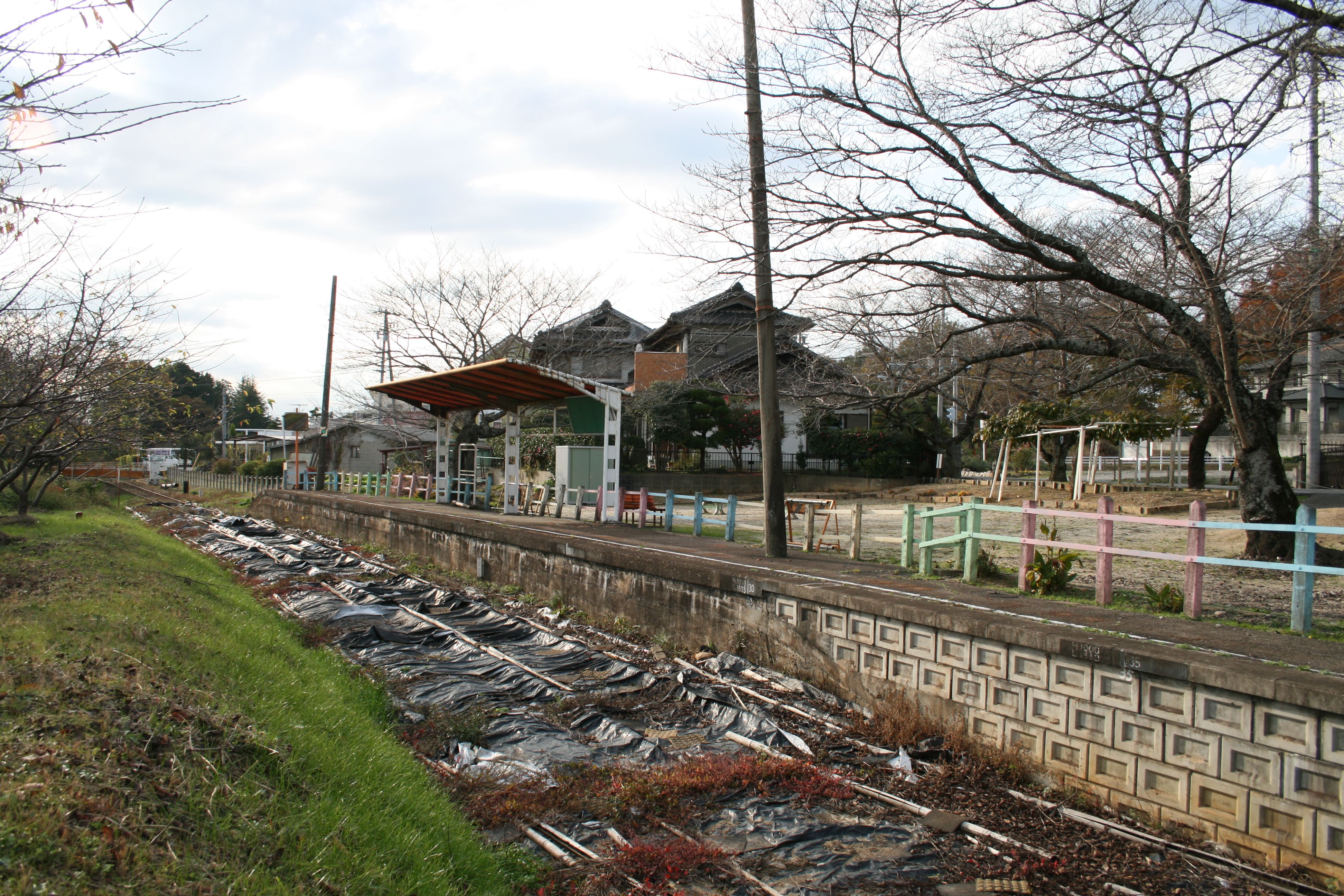
三河御船駅跡 （2009年（平成21年）12月）
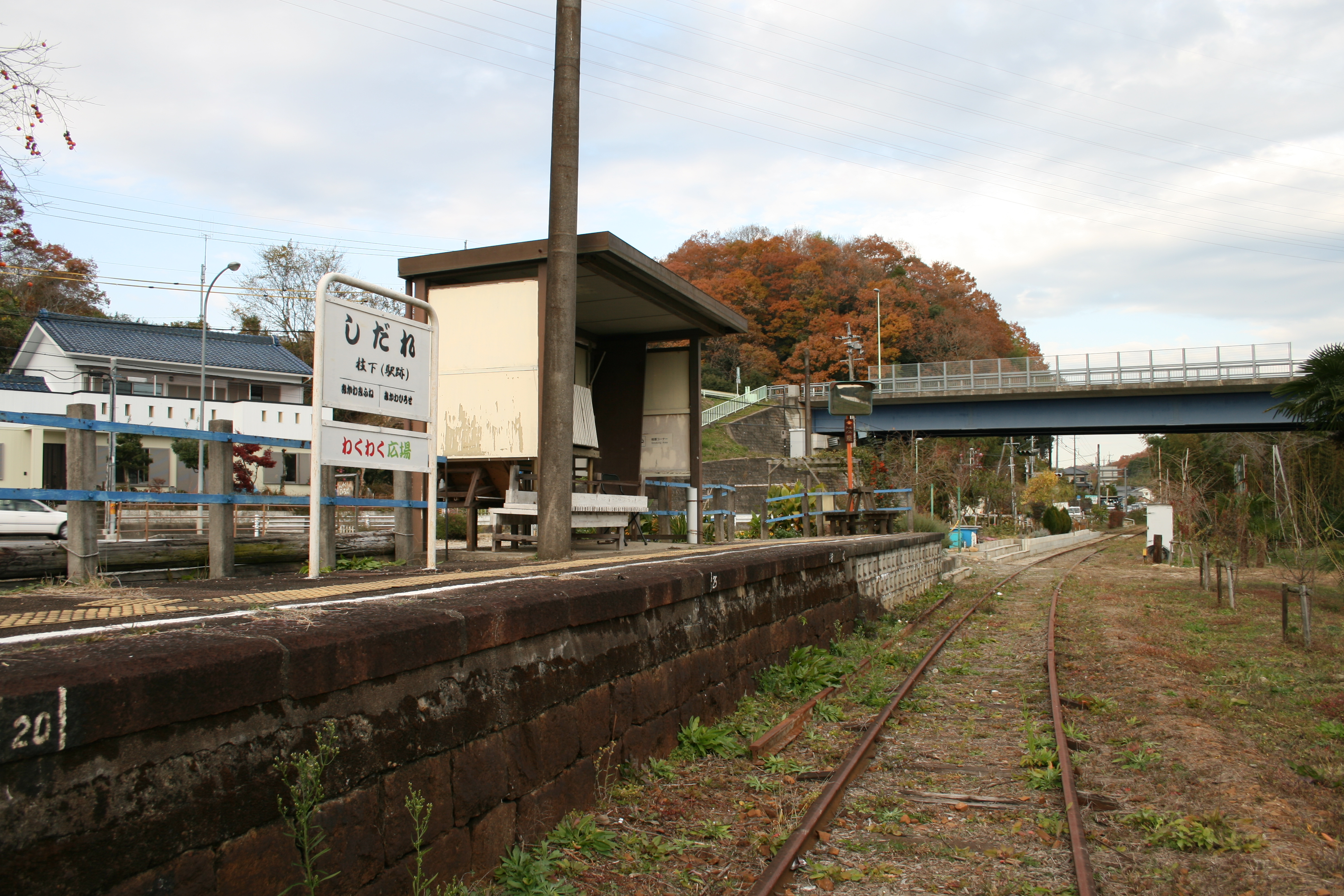
枝下駅跡 （2009年（平成21年）12月）
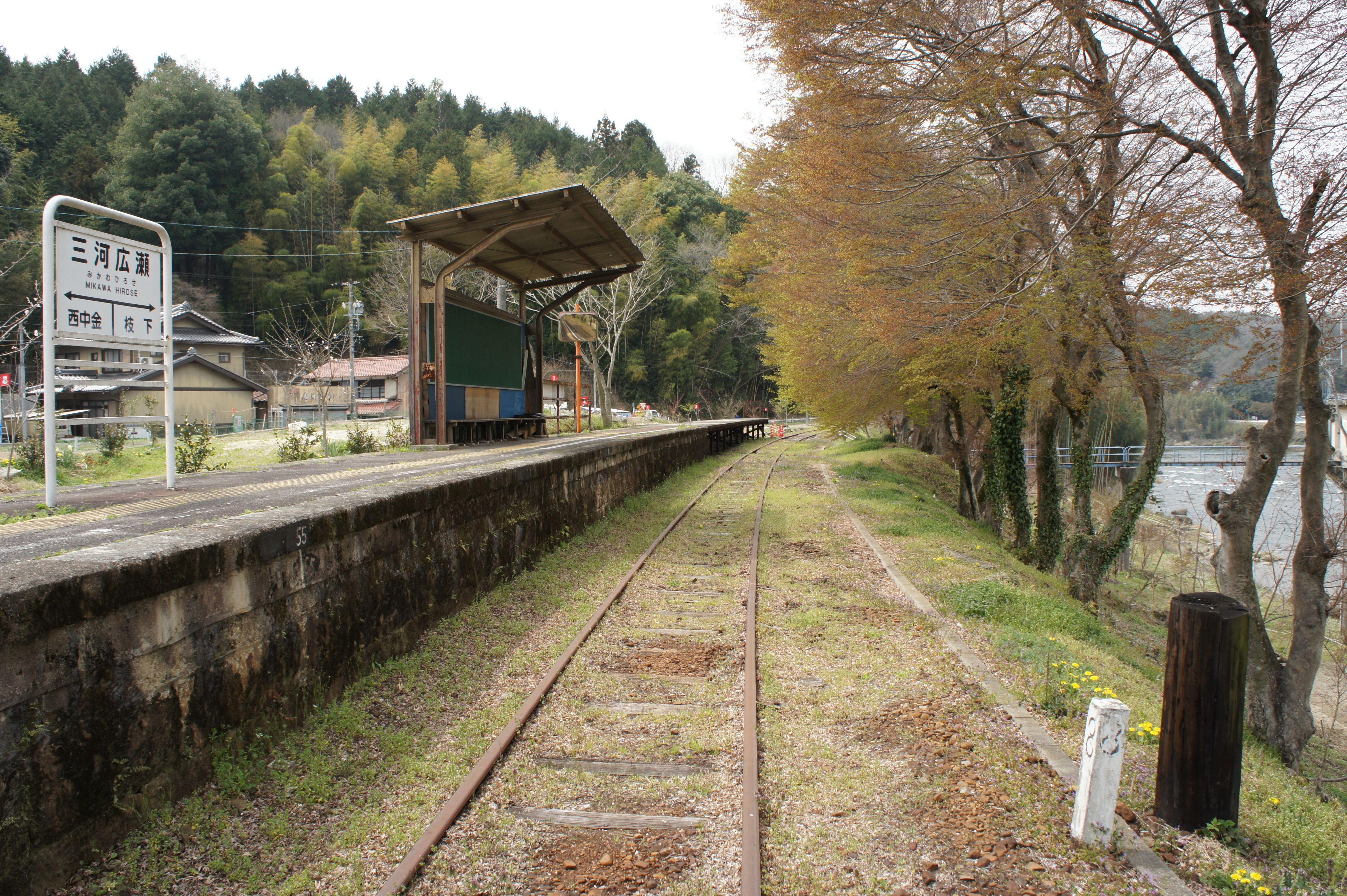
三河広瀬駅跡 （2011年（平成23年）4月）
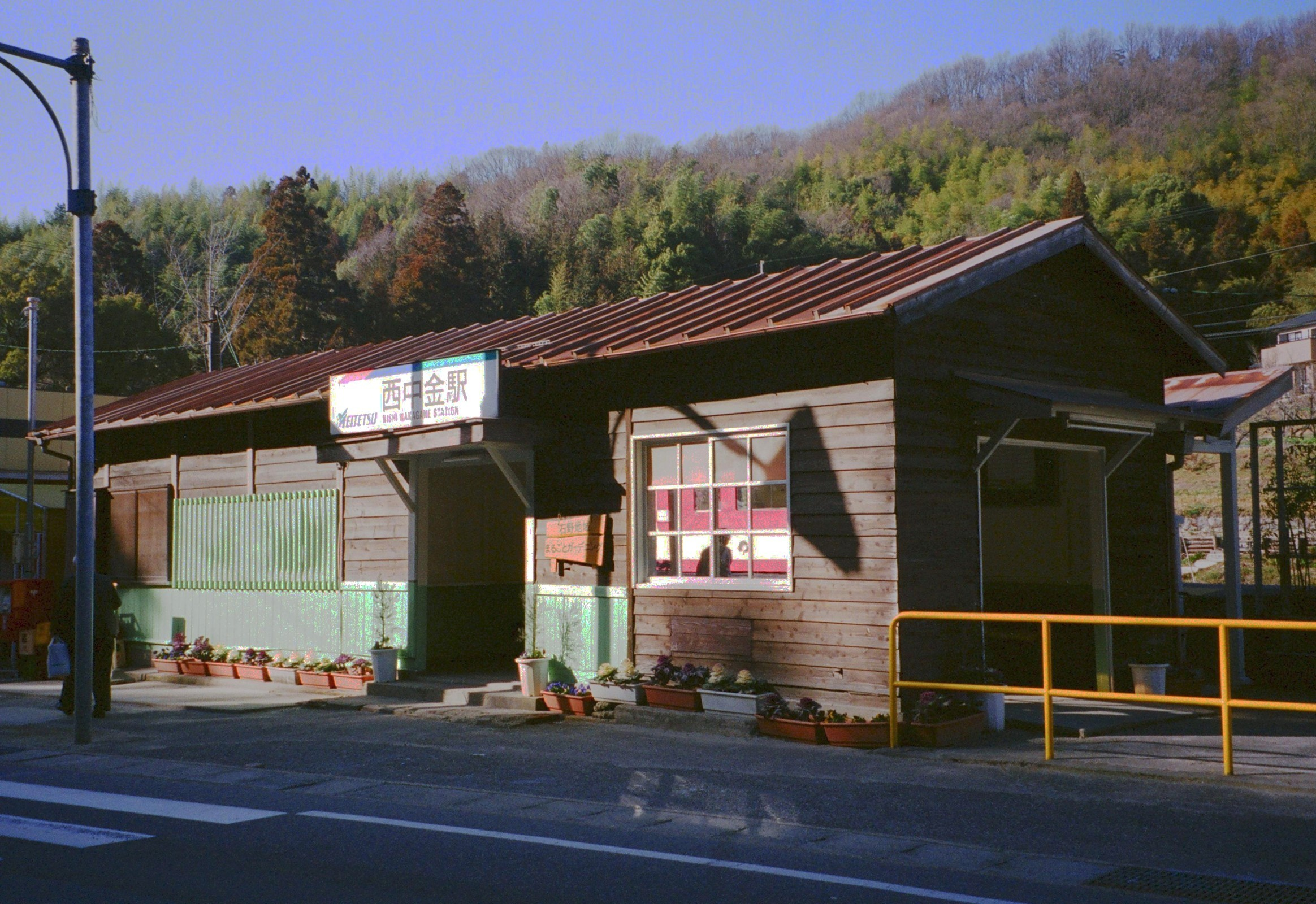
西中金駅 （2002年（平成14年）3月）

### バス

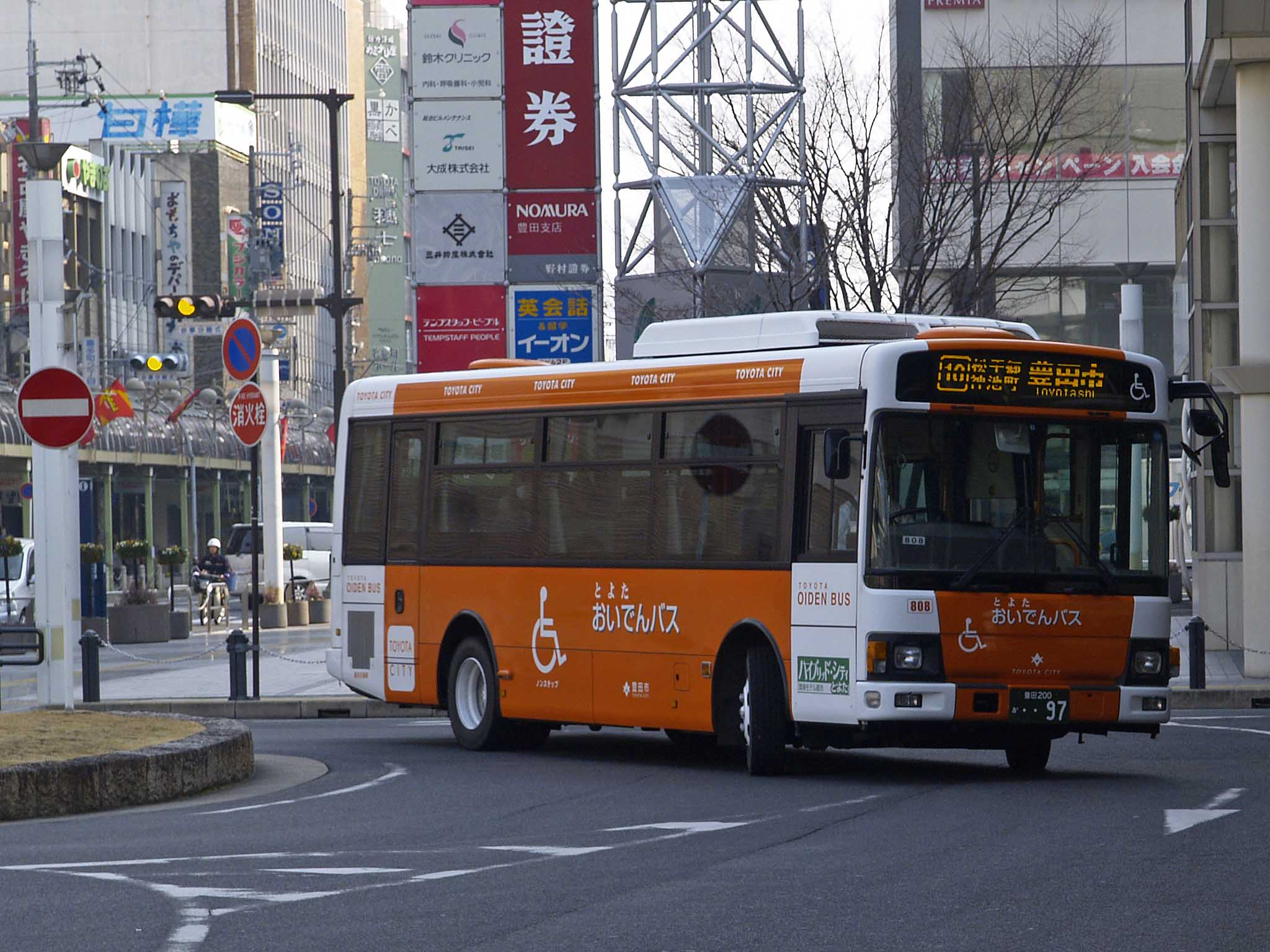
とよたおいでんバス
（2011年（平成23年）2月）

#### 路線バス
鉄道のない地域や駅から遠く離れた地区が多いため、合併前の旧市域を中心に多くのバス路線が設定されている。以前は市内から栄や名古屋駅（名鉄バスセンター）などの名古屋市内へ乗り換えなしで名鉄線・地下鉄より安く行ける都市間高速バスが存在したが2020年3月限りで廃止となっている。
中部国際空港（セントレア）への直行バスも存在し、名鉄バスが運行している。
名鉄バス
JR東海バス
- 東名ハイウェイバス : 東名上郷、東名豊田

豊栄交通
- トヨタ本社線

コミュニティバス
- 豊田市のコミュニティバス一覧

### 道路

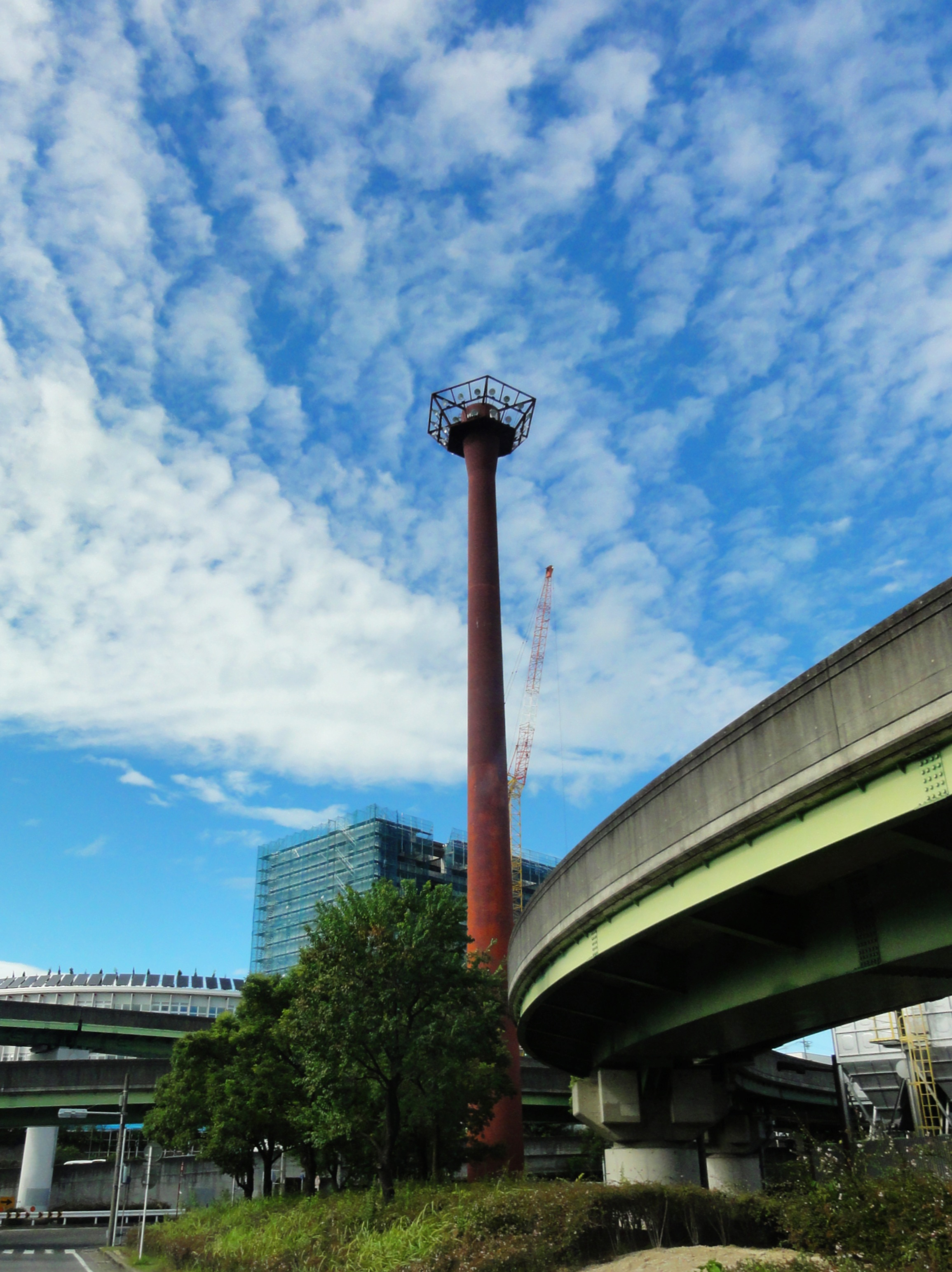
工場密集地域を貫く道路
（新生町、2010年（平成21年）10月）

近年、新東名高速道路や東海環状自動車道の整備が進み、県内有数の交通の拠点になりつつある。

#### 高速道路
- E1 東名高速道路

（岡崎市） - （19-2）豊田ジャンクション - (19-3) 豊田上郷サービスエリア/スマートIC - （20）豊田インターチェンジ -（みよし市）
- E1A 新東名高速道路

（岡崎市） - （1）豊田東ジャンクション
- E1A 伊勢湾岸自動車道

（1）豊田東ジャンクション - （2）豊田東インターチェンジ - （19-2）豊田ジャンクション - （3）豊田南インターチェンジ -（刈谷市）
- C3 東海環状自動車道

（1）豊田東ジャンクション - （2）豊田松平インターチェンジ - （2-1）鞍ヶ池パーキングエリア - （3）豊田勘八インターチェンジ - （4）豊田藤岡インターチェンジ -（瀬戸市）
一般有料道路
- 猿投グリーンロード

八草インターチェンジ - 八草東インターチェンジ - 八草本線料金所 - 加納インターチェンジ - 猿投インターチェンジ - 猿投東インターチェンジ - 中山インターチェンジ - 西広瀬パーキングエリア - 西広瀬本線料金所 - 西広瀬インターチェンジ - 枝下インターチェンジ - 力石インターチェンジ
- 衣浦豊田道路

（知立市） - 生駒インターチェンジ

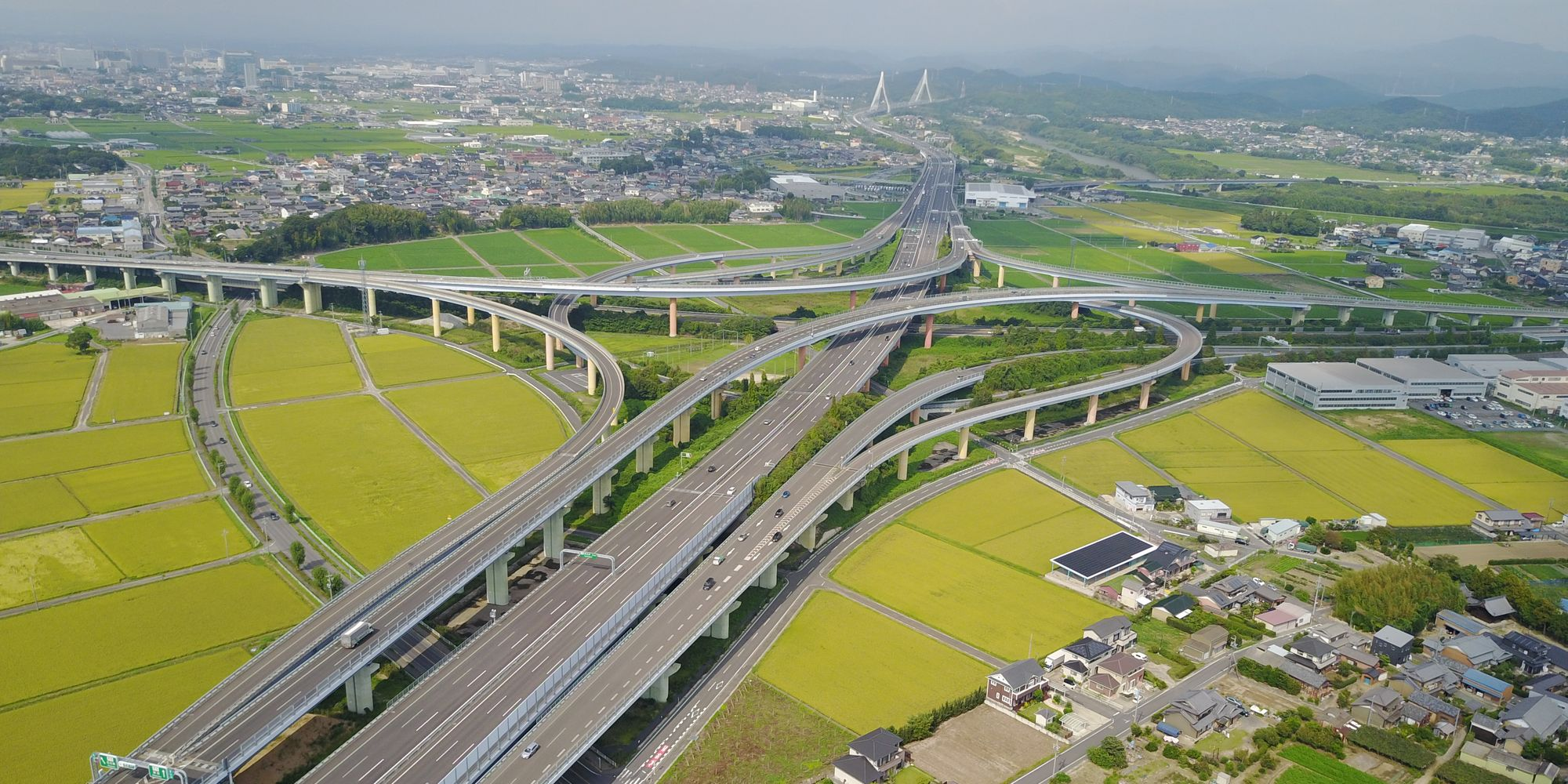
豊田ジャンクション俯瞰 （2017年（平成29年）8月）
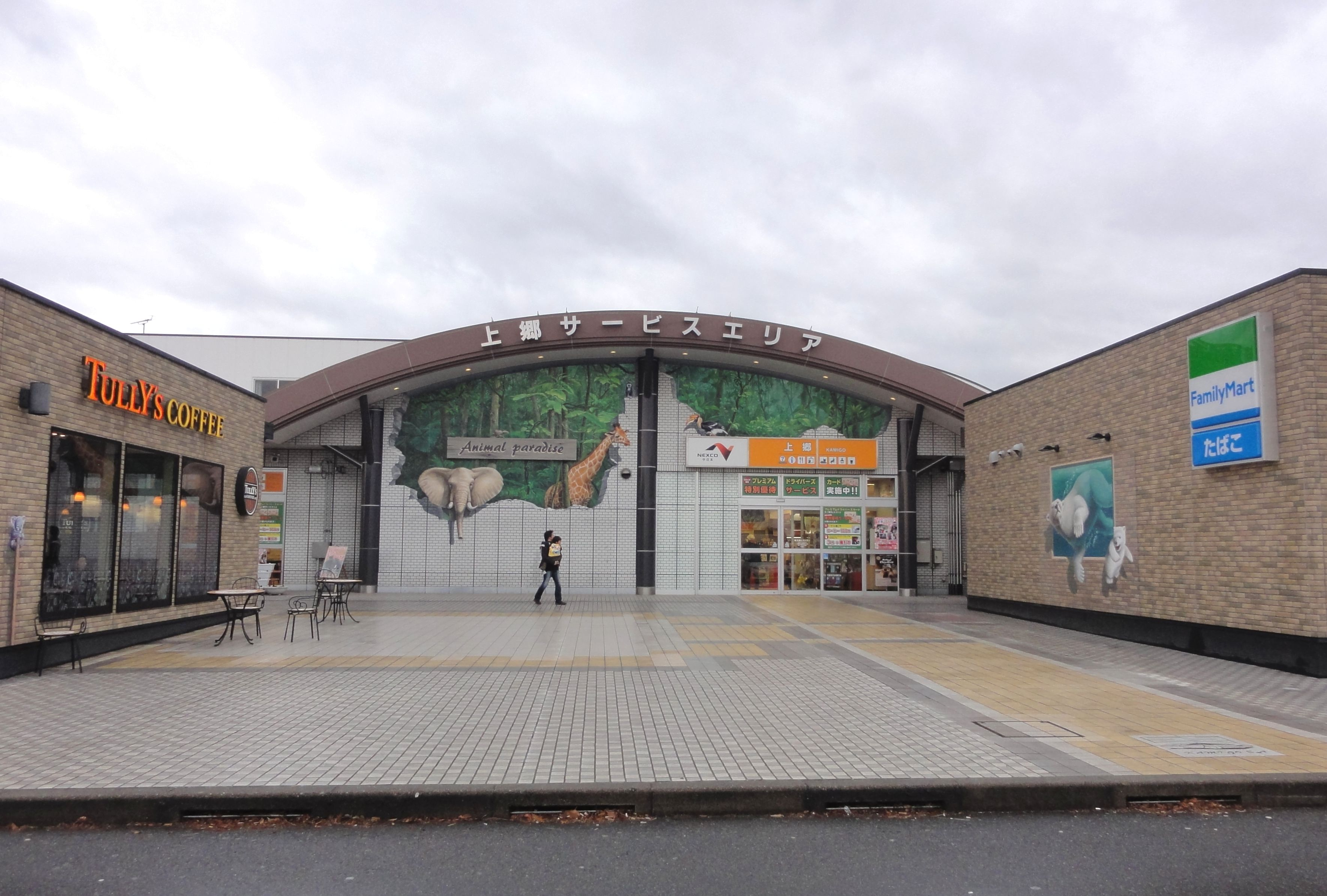
上郷サービスエリア上り線側施設 （2013年（平成25年）1月）
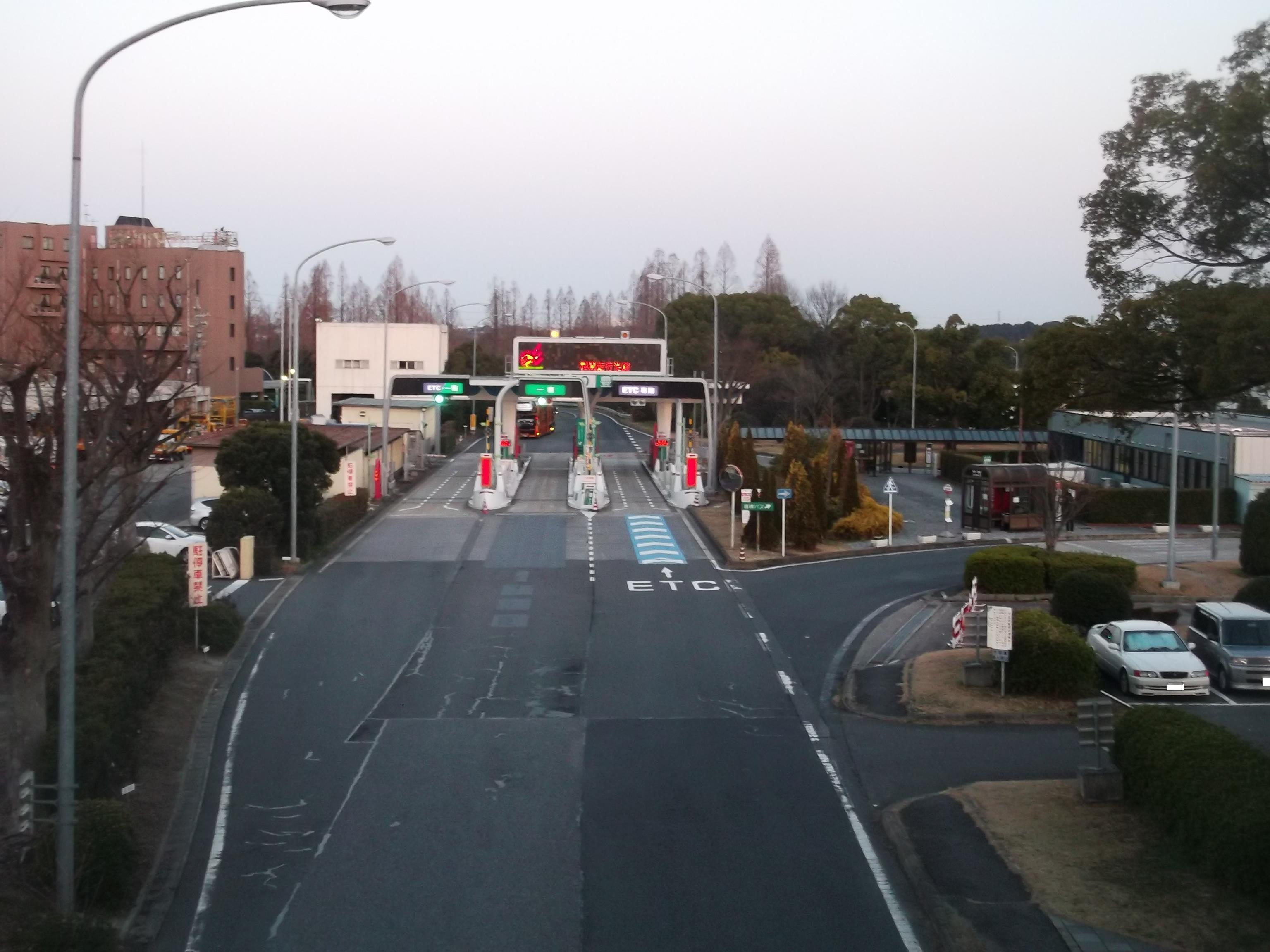
豊田インターチェンジ （2014年（平成26年）3月）
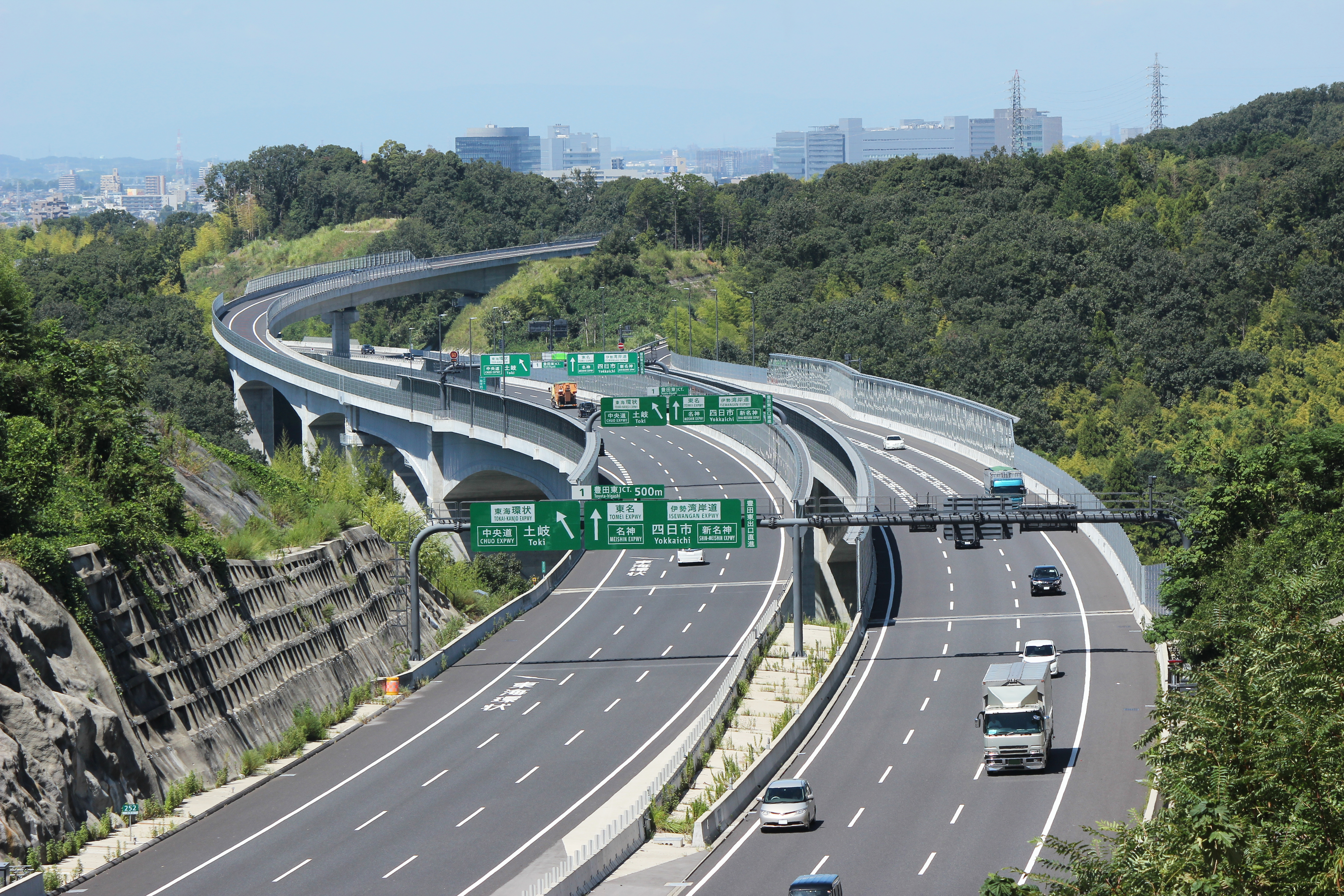
豊田東ジャンクション （2018年（平成30年）8月）
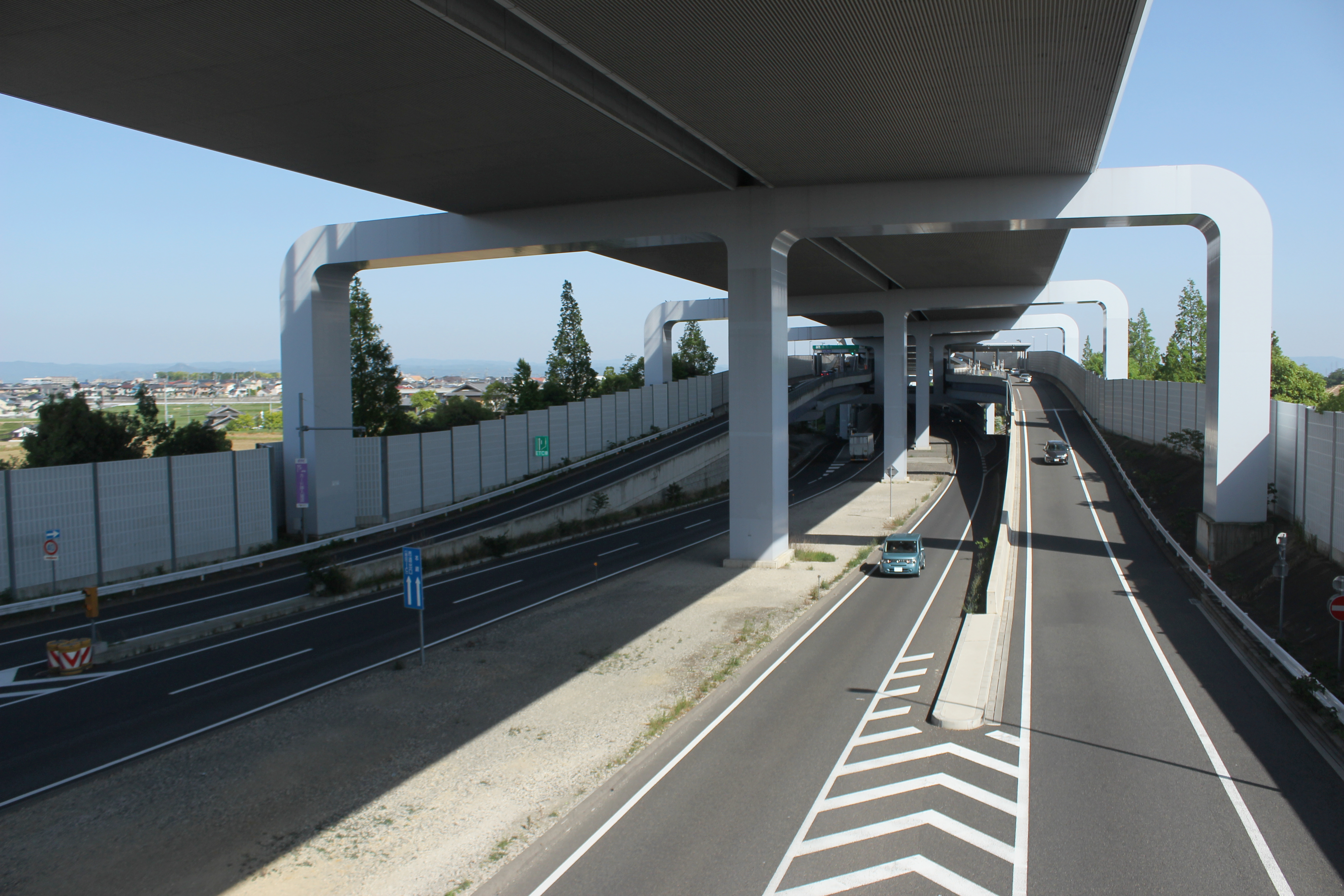
豊田南インターチェンジ （2018年（平成30年）4月）
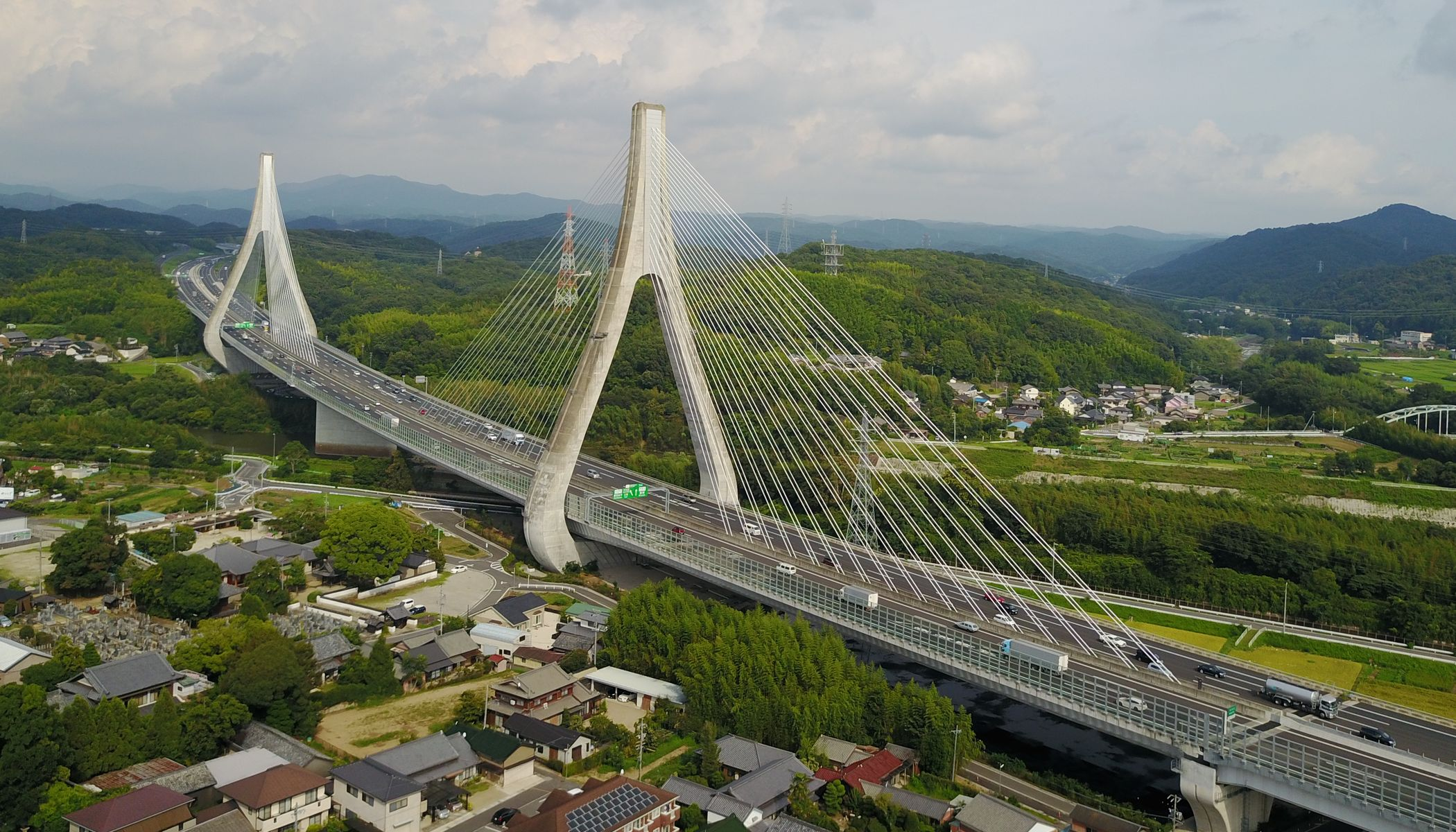
豊田アローズブリッジ （2017年（平成29年）8月）
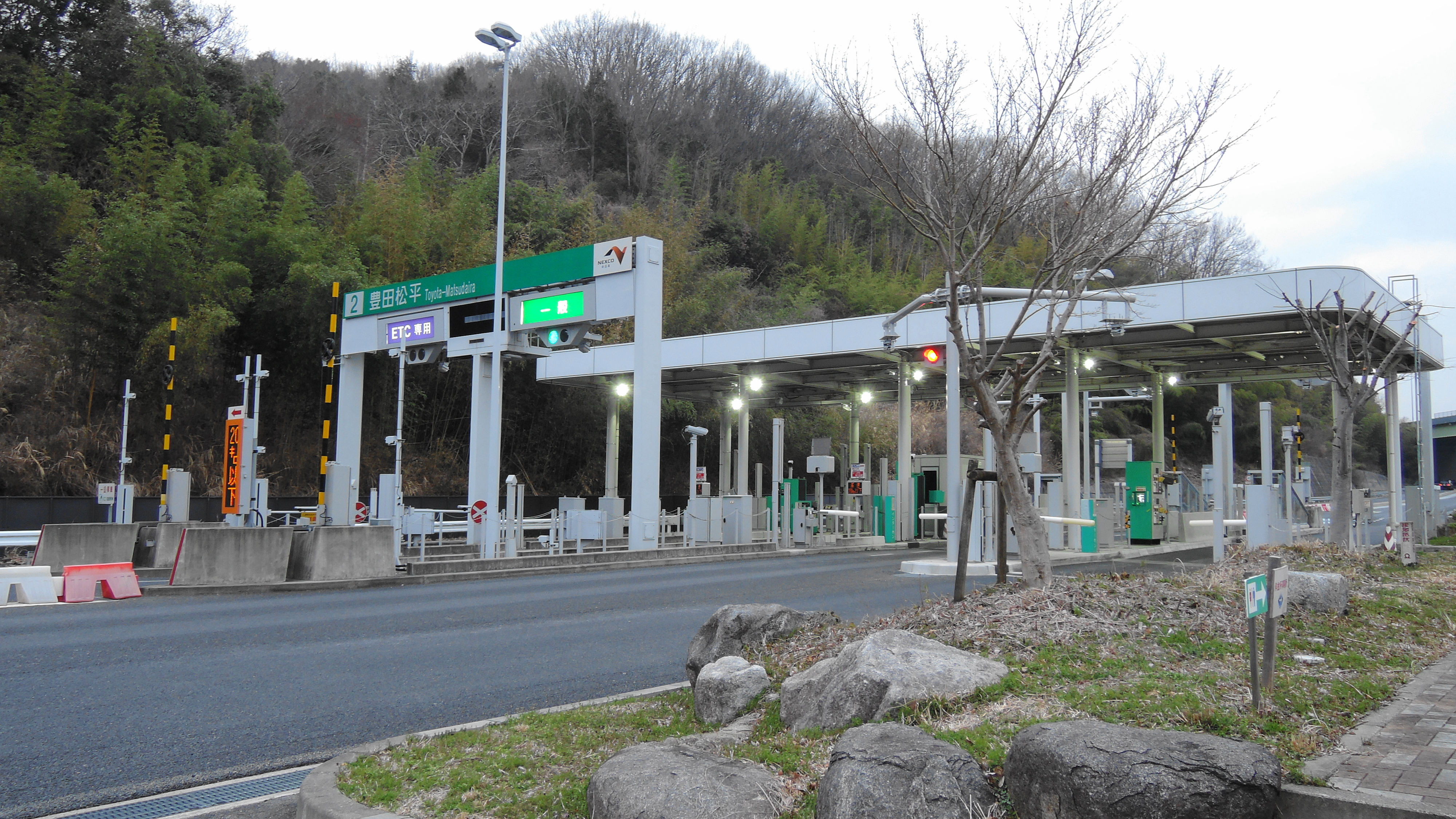
豊田松平インターチェンジ （2015年（平成27年）3月）
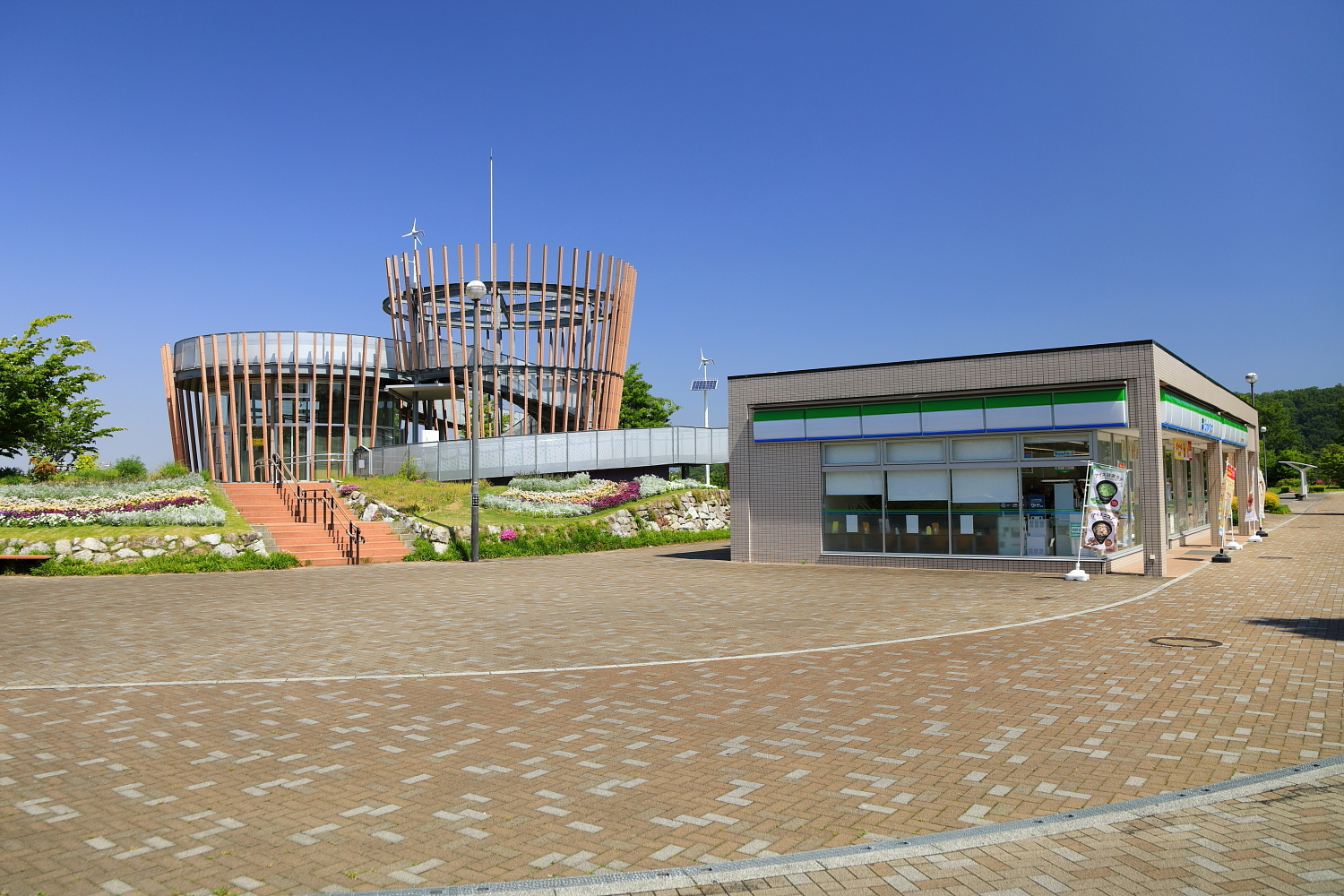
鞍ヶ池パーキングエリア （2019年（令和元年）5月）
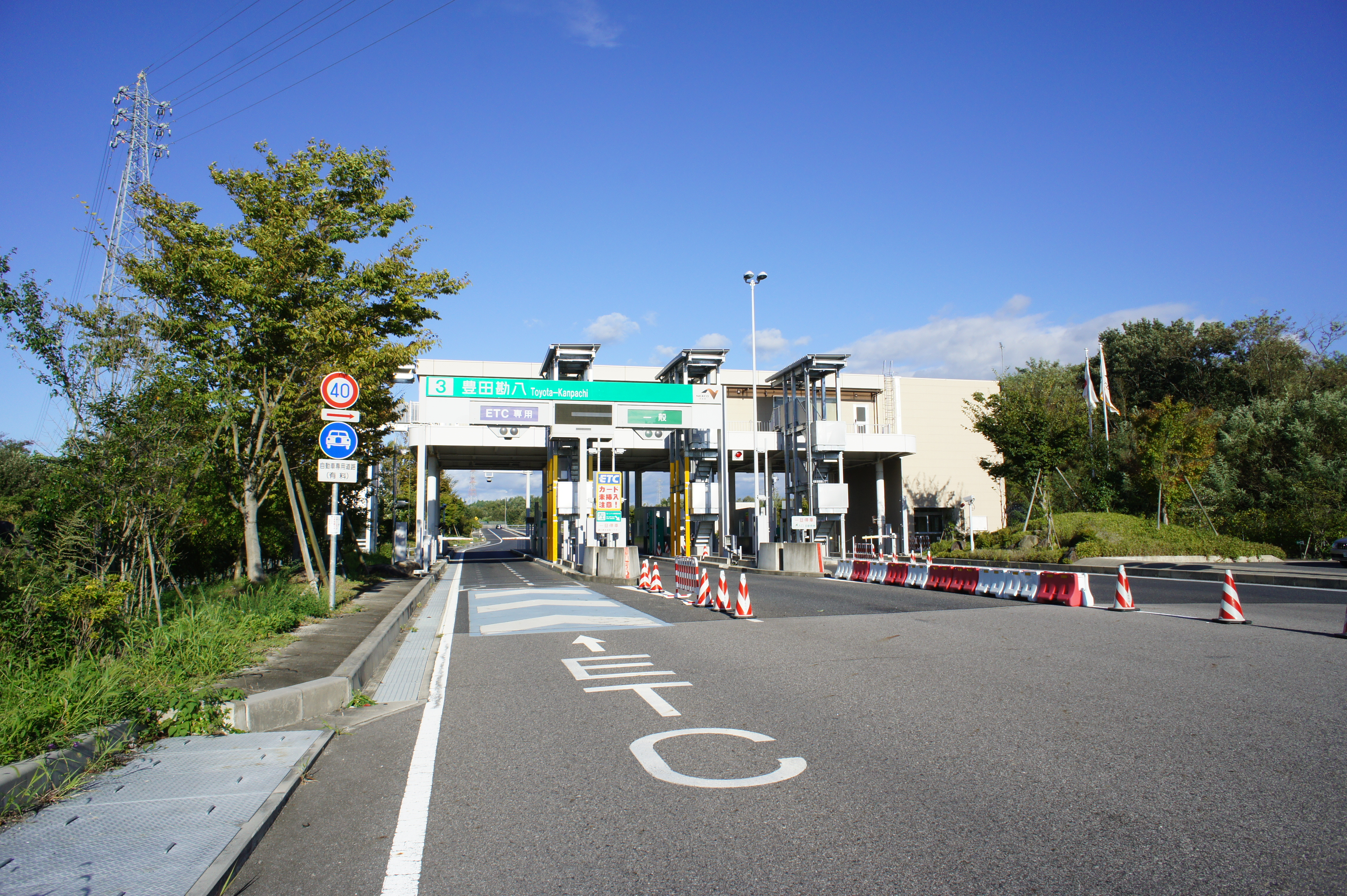
豊田勘八インターチェンジ （2010年（平成22年）10月）
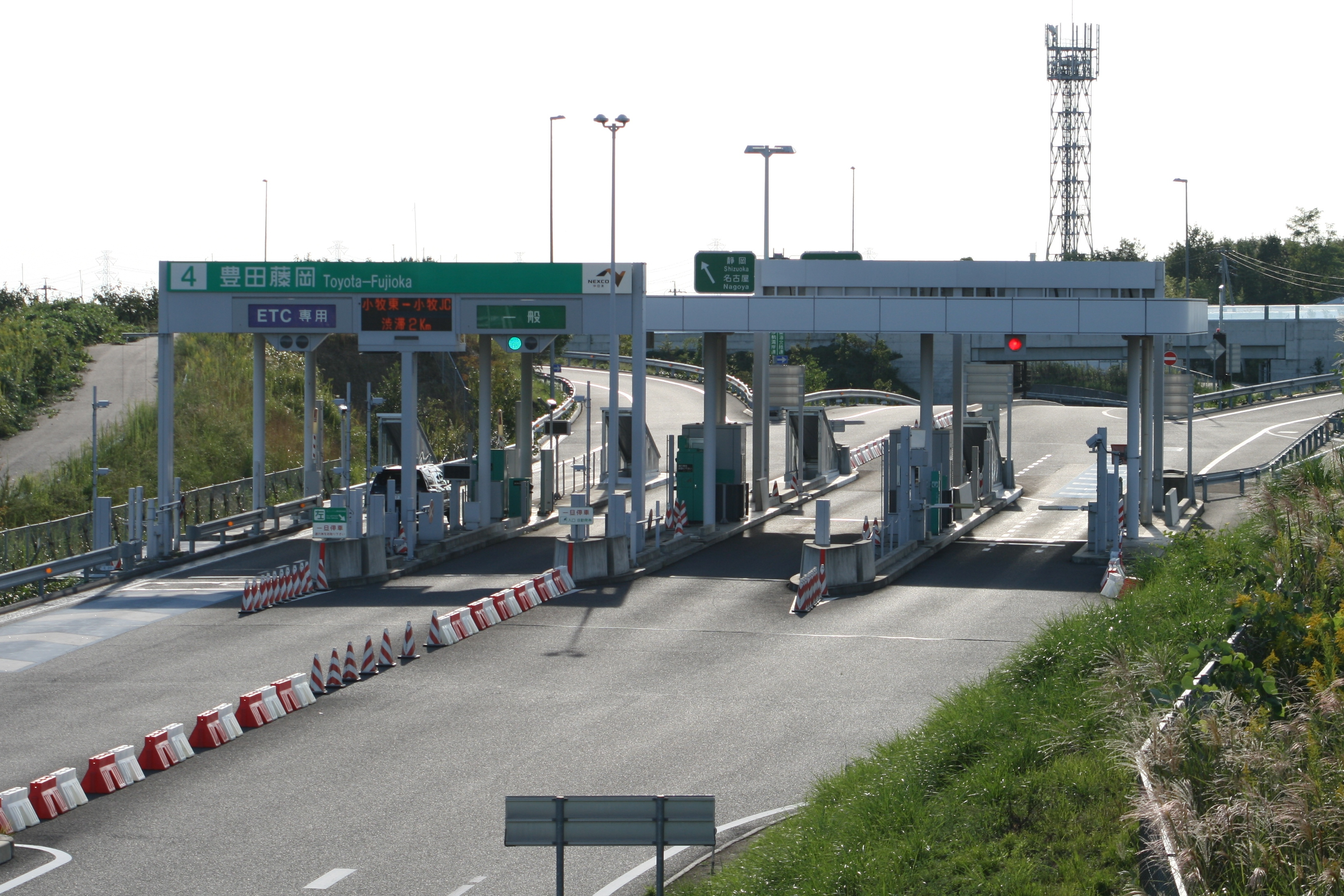
豊田藤岡インターチェンジ （2010年（平成22年）10月）
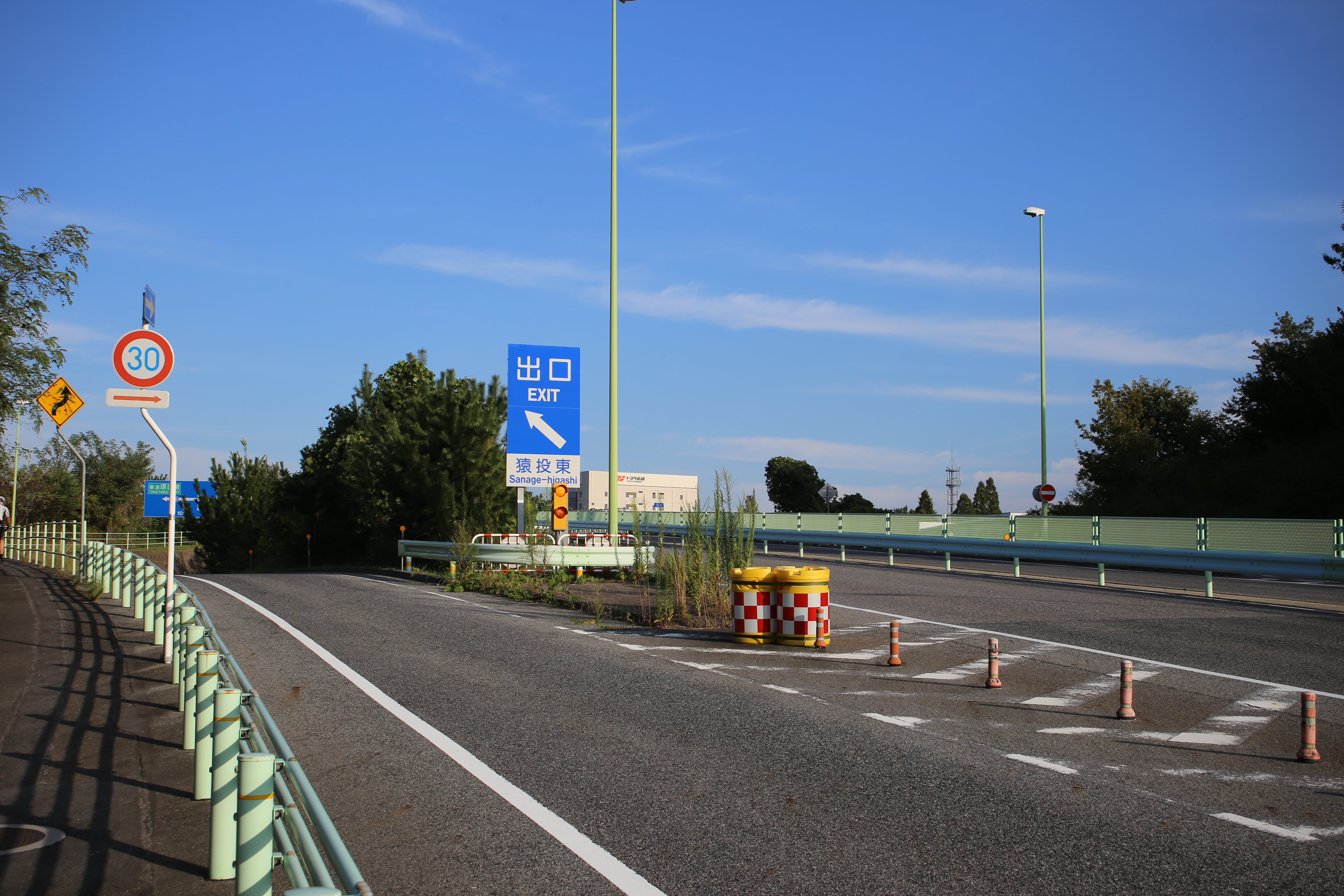
猿投東インターチェンジ （2016年（平成28年）10月）
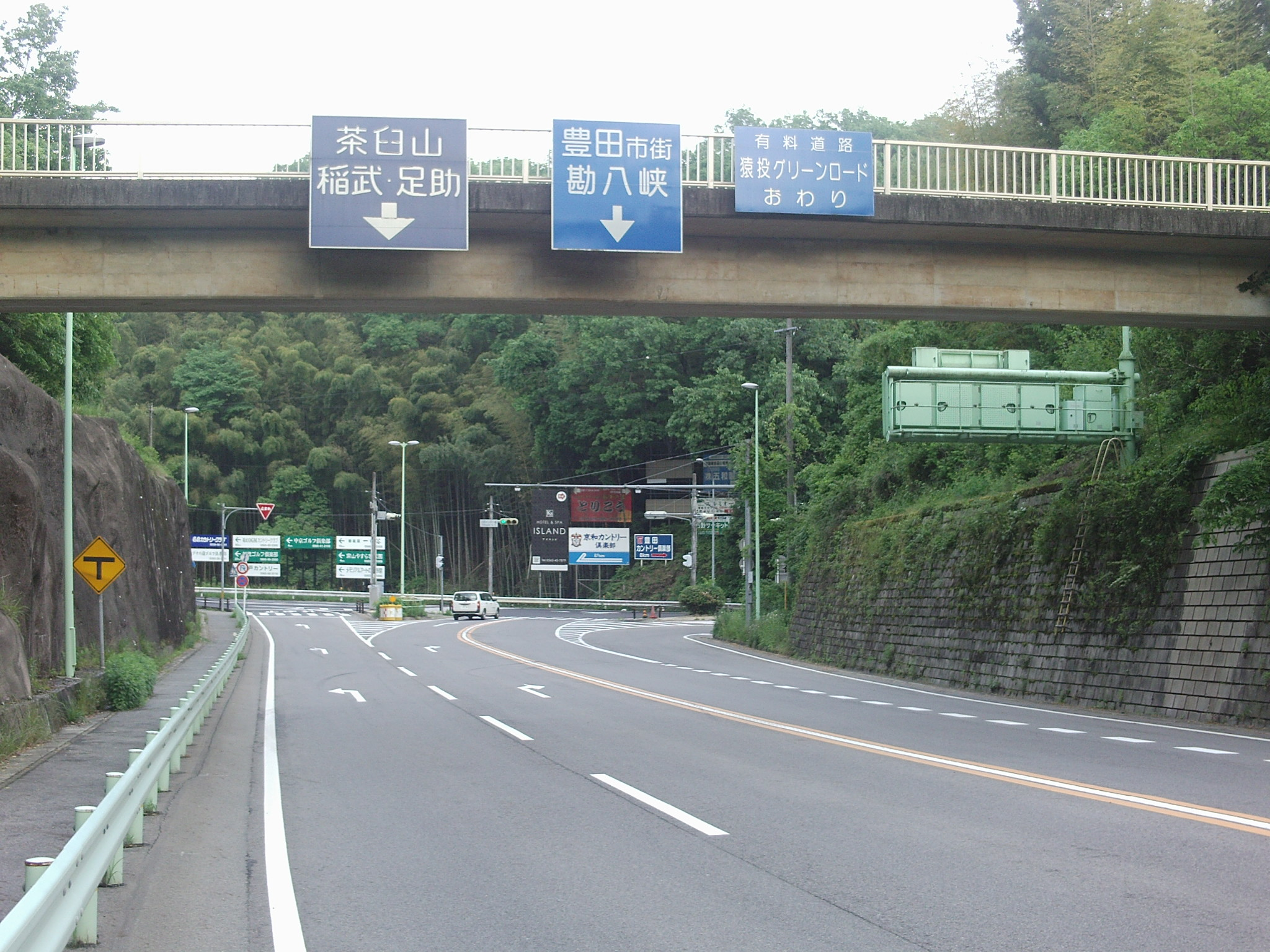
力石インターチェンジ （2011年（平成23年）6月）
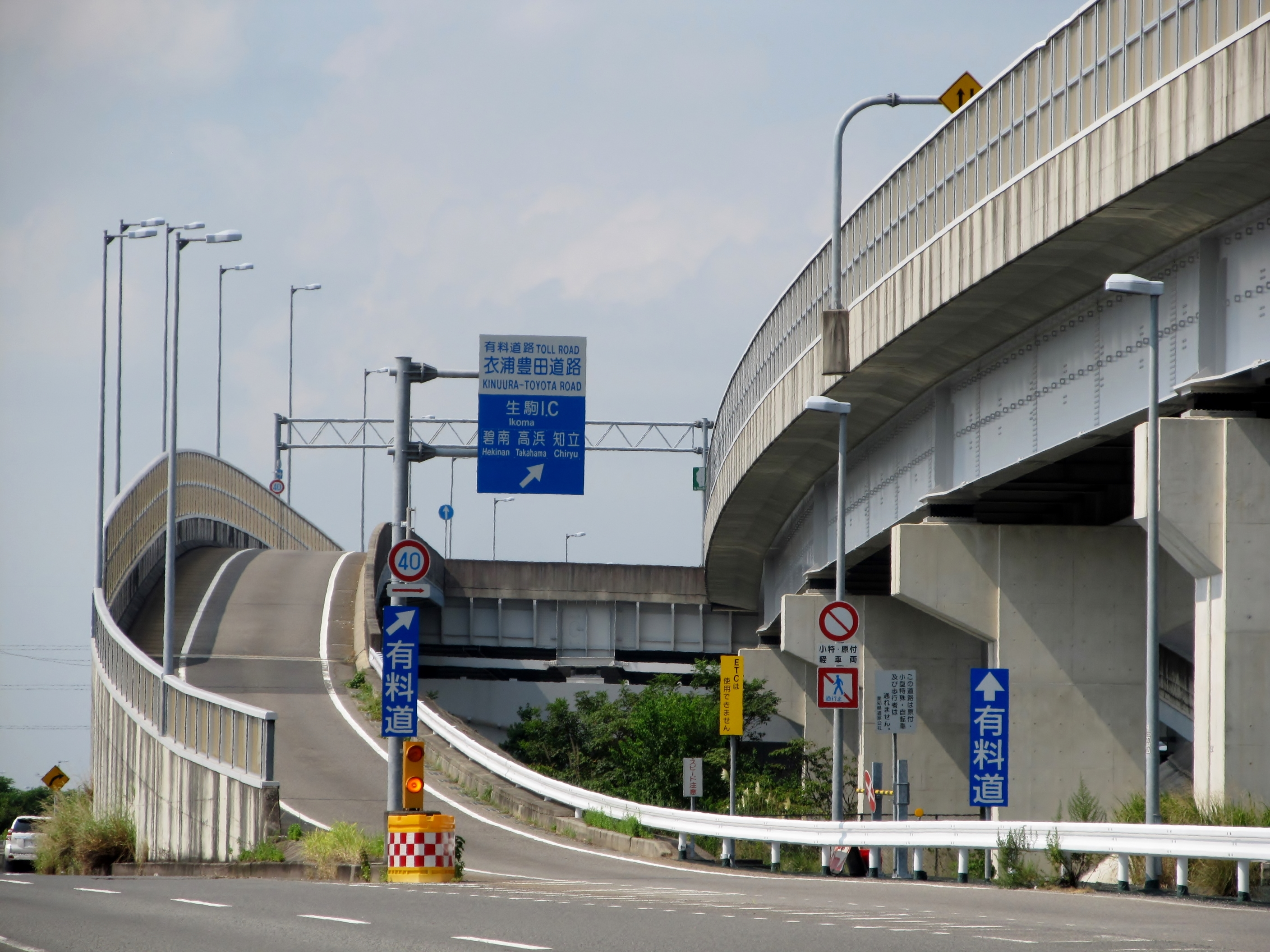
生駒インターチェンジ （2020年（令和2年）8月）

#### 国道
- 国道153号（豊田西バイパス）
- 国道155号（豊田南バイパス）
- 国道248号
- 国道301号
- 国道419号
- 国道420号
- 国道257号
- 国道473号

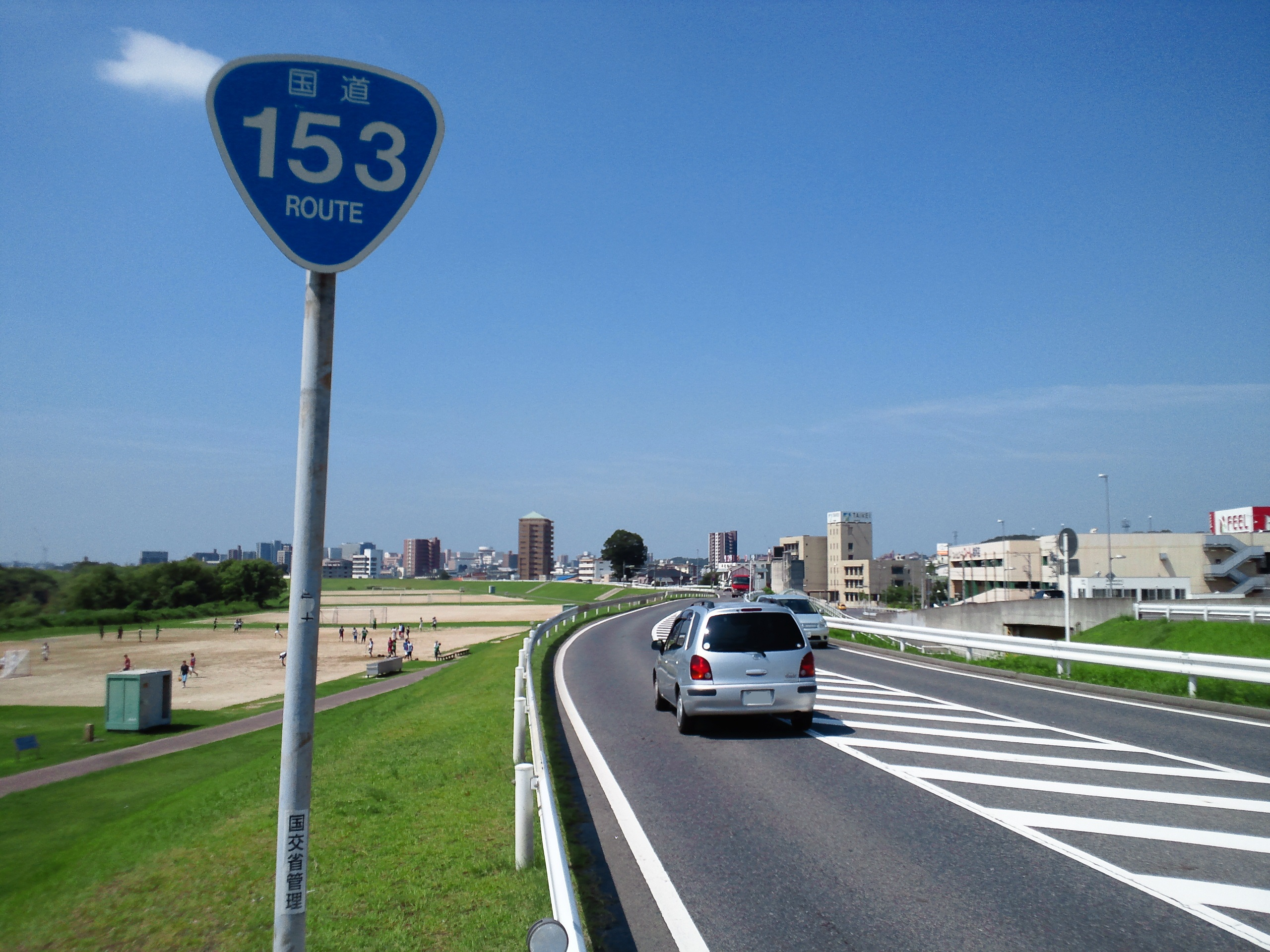
国道153号 （落合町、2013年（平成25年）8月）
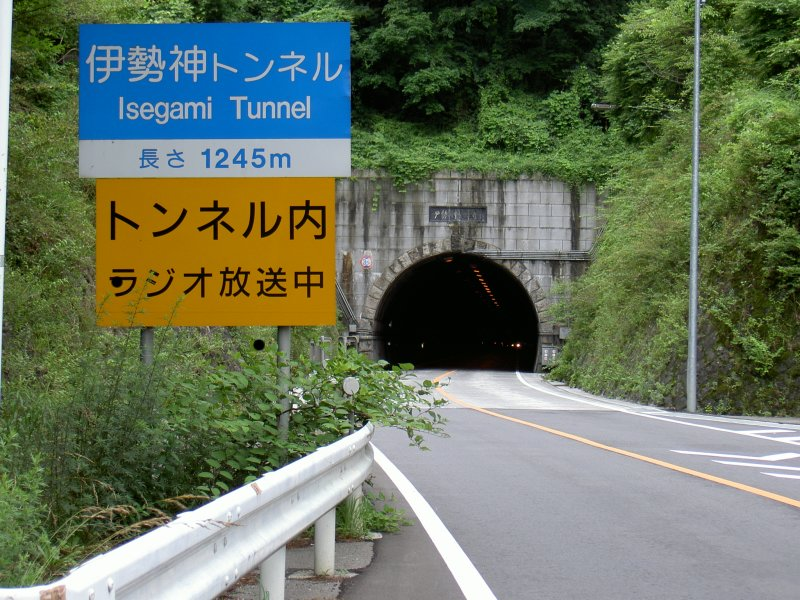
国道153号 （伊勢神トンネル起点付近、2005年（平成17年）7月）
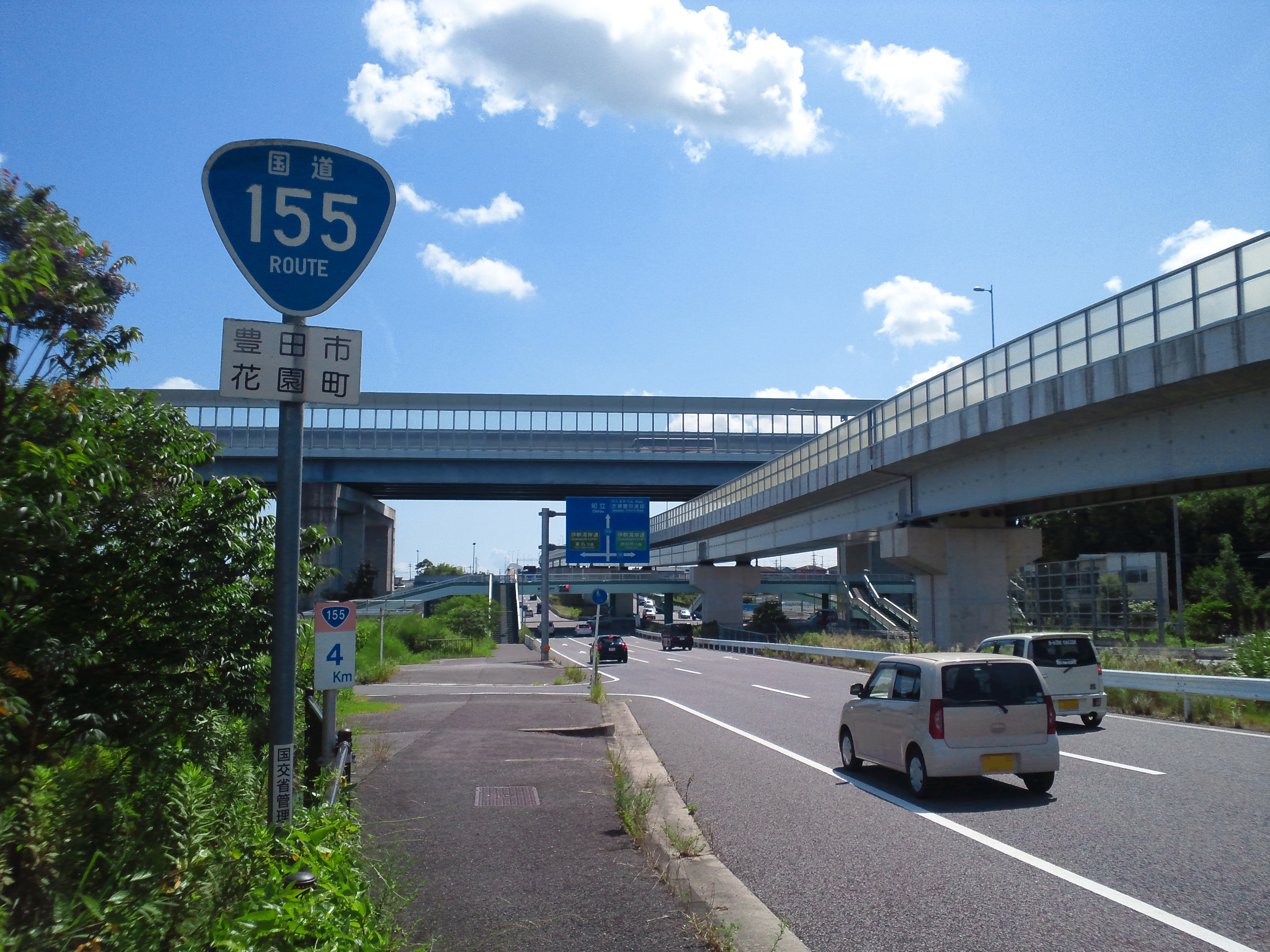
国道155号豊田南バイパス （花園町、2012年（平成24年）7月）
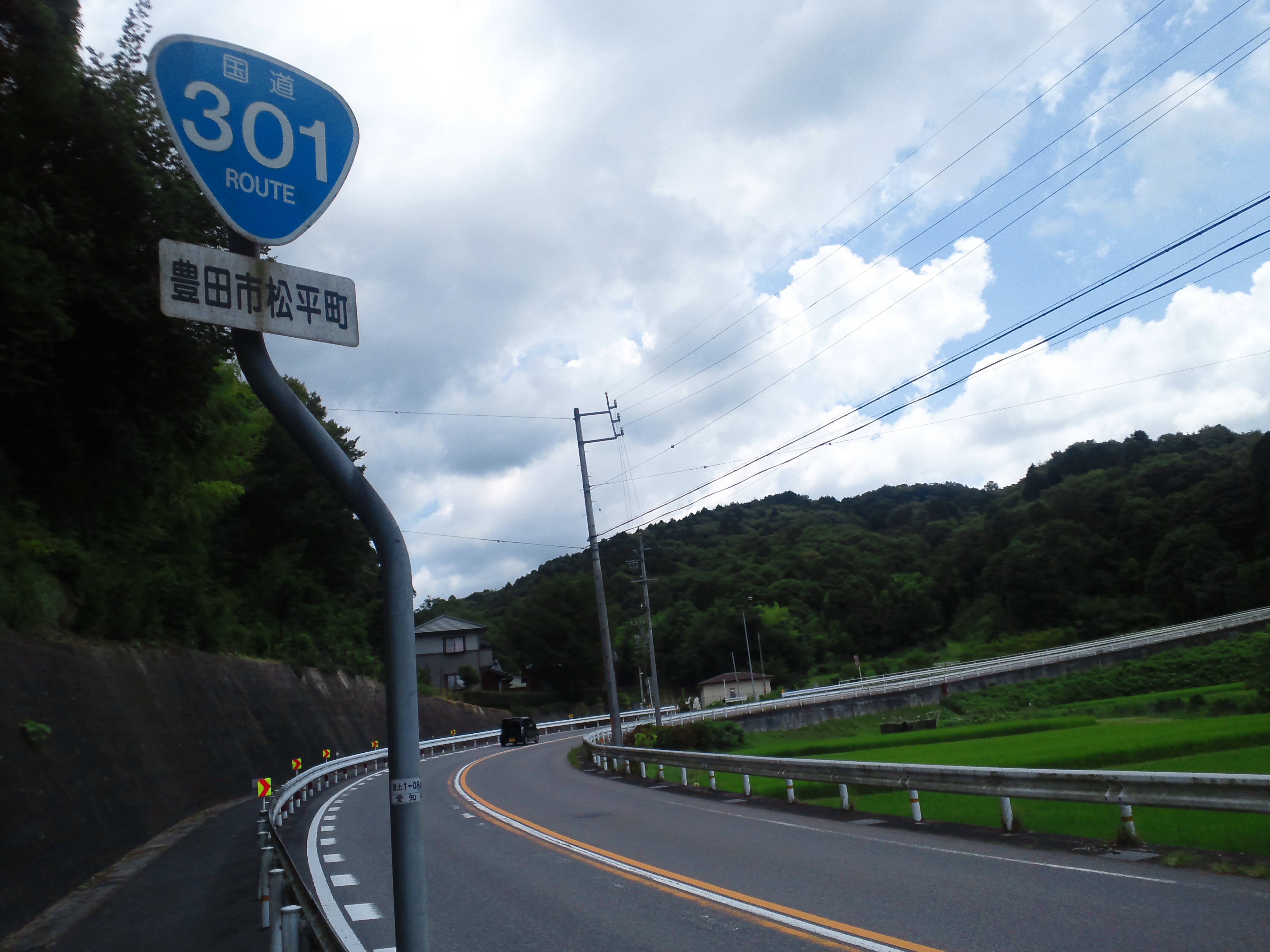
国道301号 （松平町、2012年（平成24年）7月）
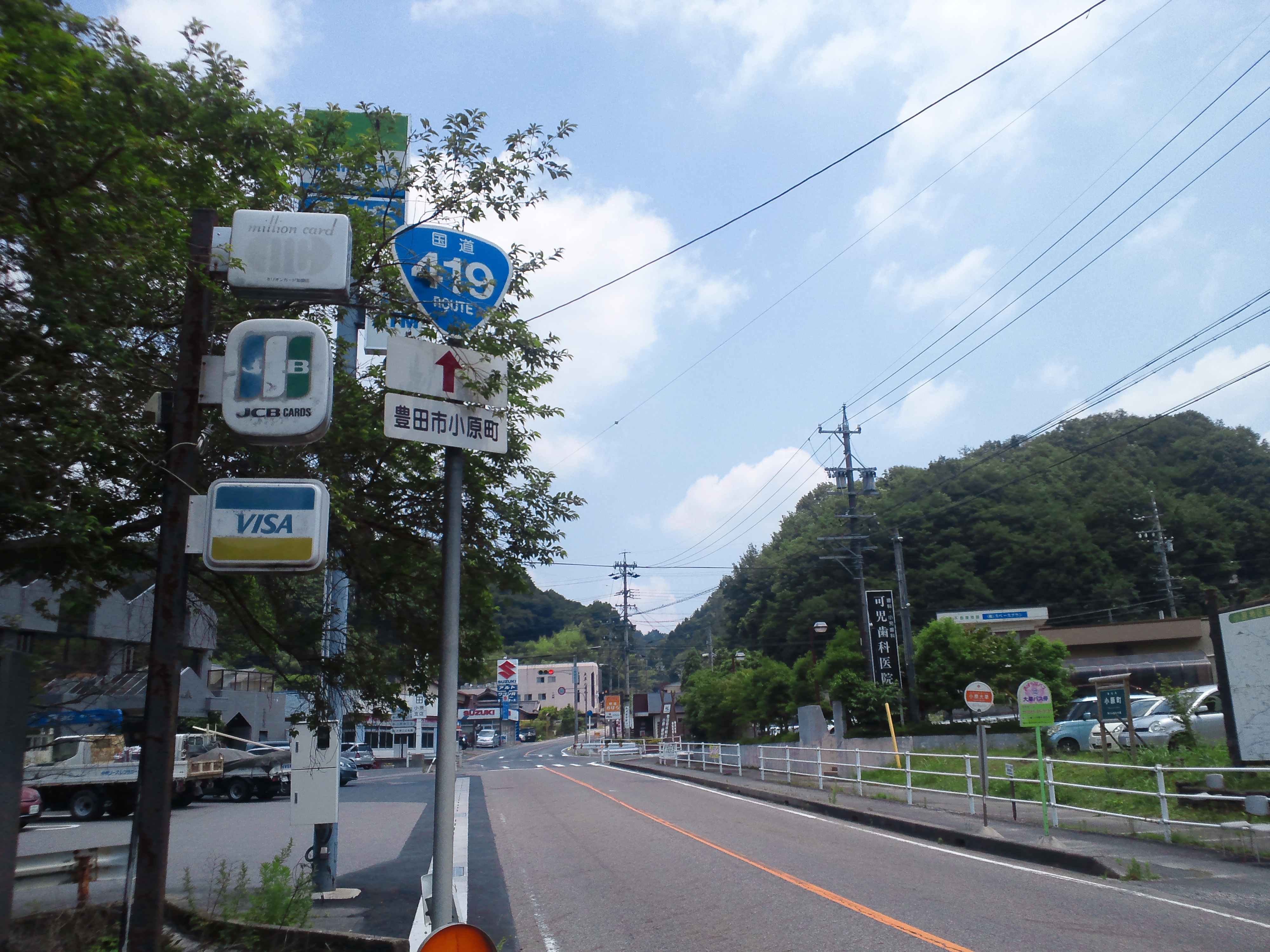
国道419号 （小原町、2012年（平成24年）6月）
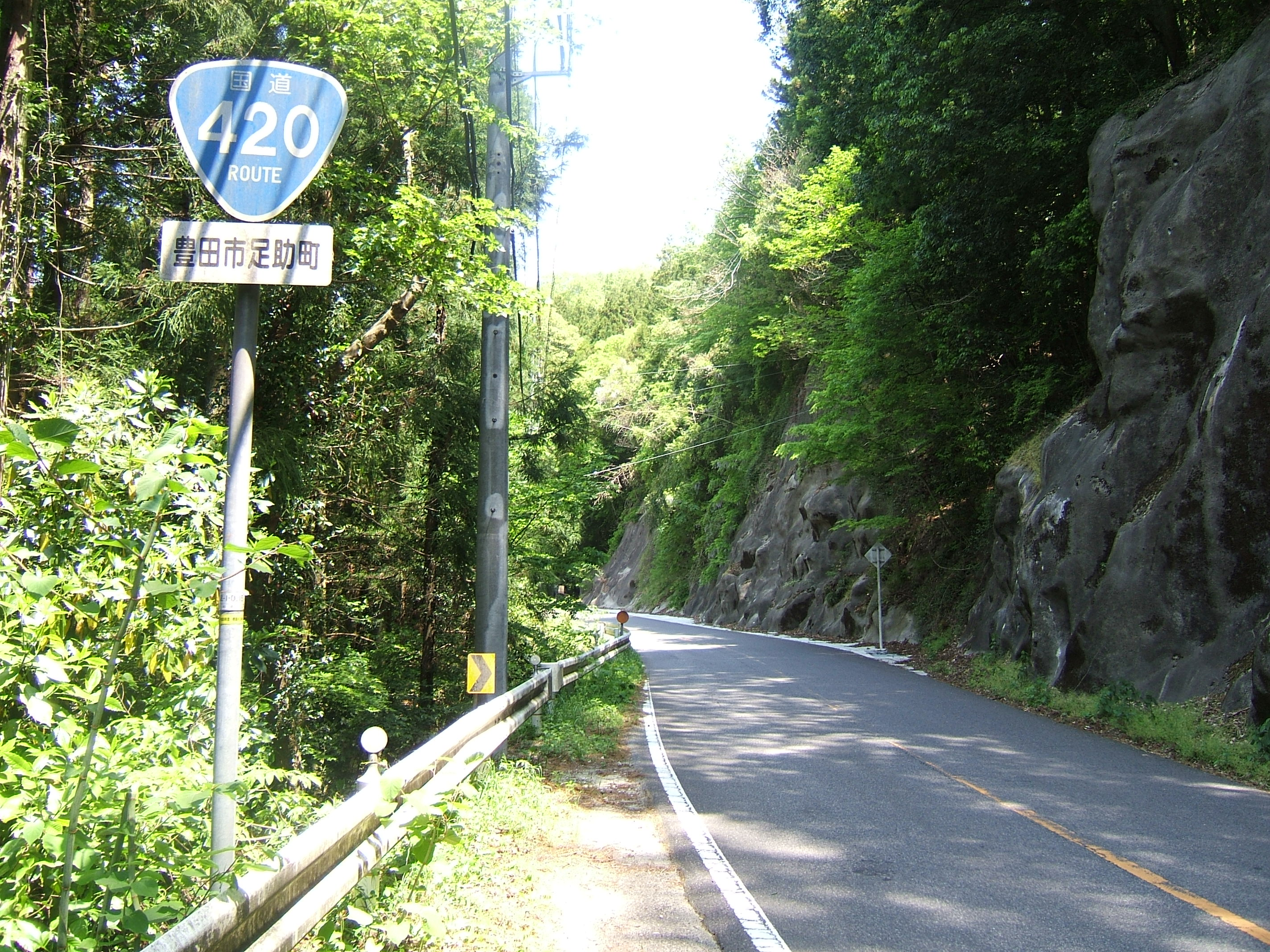
国道420号 （足助町、2013年（平成25年）5月）
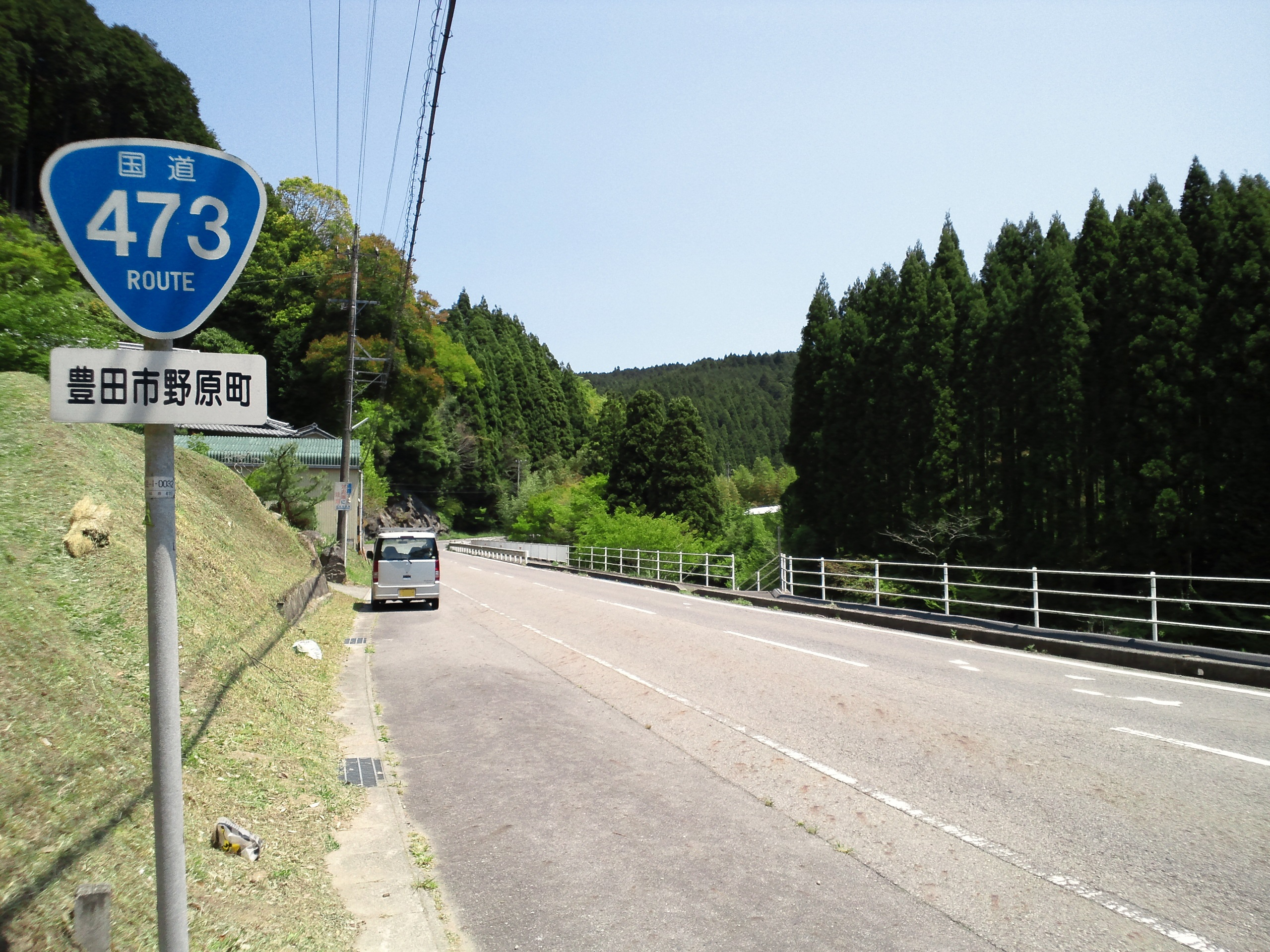
国道473号 （野原町、2013年（平成25年）5月）

#### 市内主要道路
市内の道路通称名
- 元町通り
- いちょう通り
- けやき通り
- 内環状線
- 外環状線
- 豊田東西線（国道153号の一部、国道301号の一部）
- 豊田南北線（国道248号の一部、国道419号の一部）
- 上郷街道（愛知県道76号豊田安城線の一部）
- 高岡街道

### ナンバープレート
「豊田」ナンバー
自動車のナンバープレートは、以前は「三河」ナンバーが使われていた。豊田市では、2005年（平成17年）5月には愛知県から国土交通省へ要望として提出された。7月28日に「ご当地ナンバー」を導入推進する地域として、愛知県では「岡崎」「一宮」と共に選ばれた。実際に「豊田」ナンバーが導入されたのは2006年（平成18年）10月10日である。なお、このナンバーが適用されるのは豊田市内のみとなる。

### 交通安全
- 豊田市交通安全学習センター

### その他の交通施設
- 朝日ケ丘自転車保管所

## 観光

### 宗教施設

#### 神社

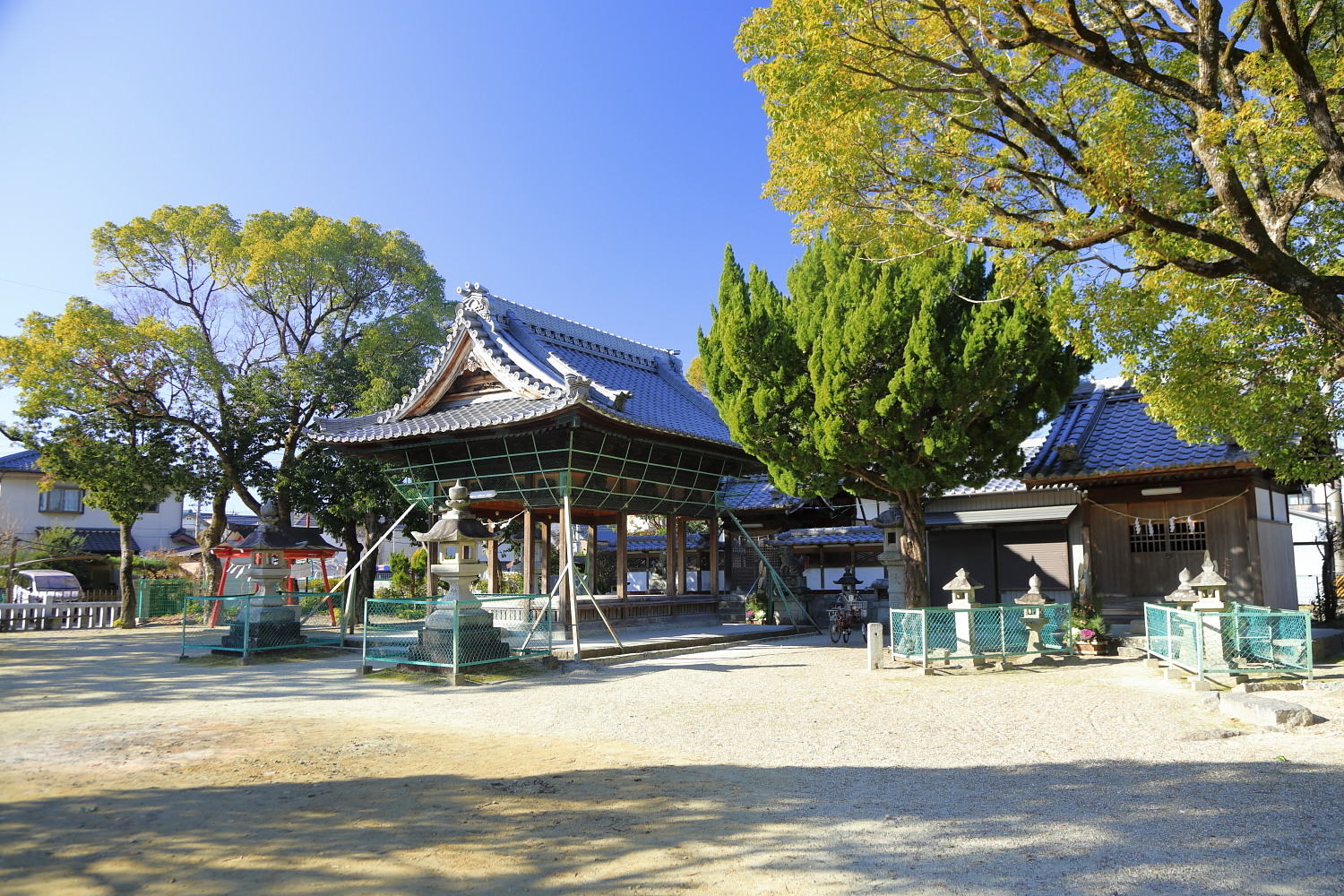
勝手神社拝殿 （金谷町、2019年（平成31年）1月）
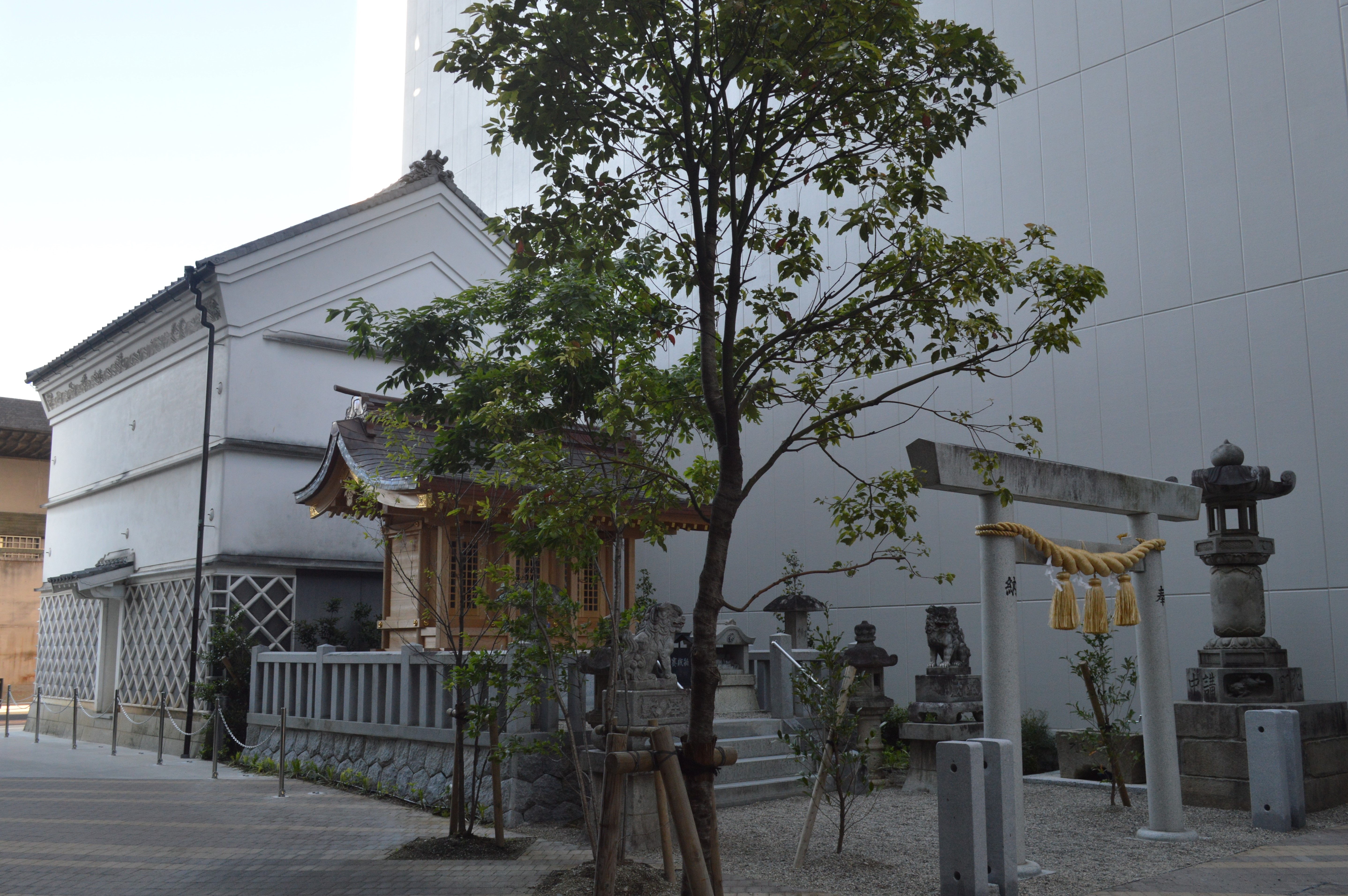
喜多神社 （喜多町、2019年（令和元年）5月）
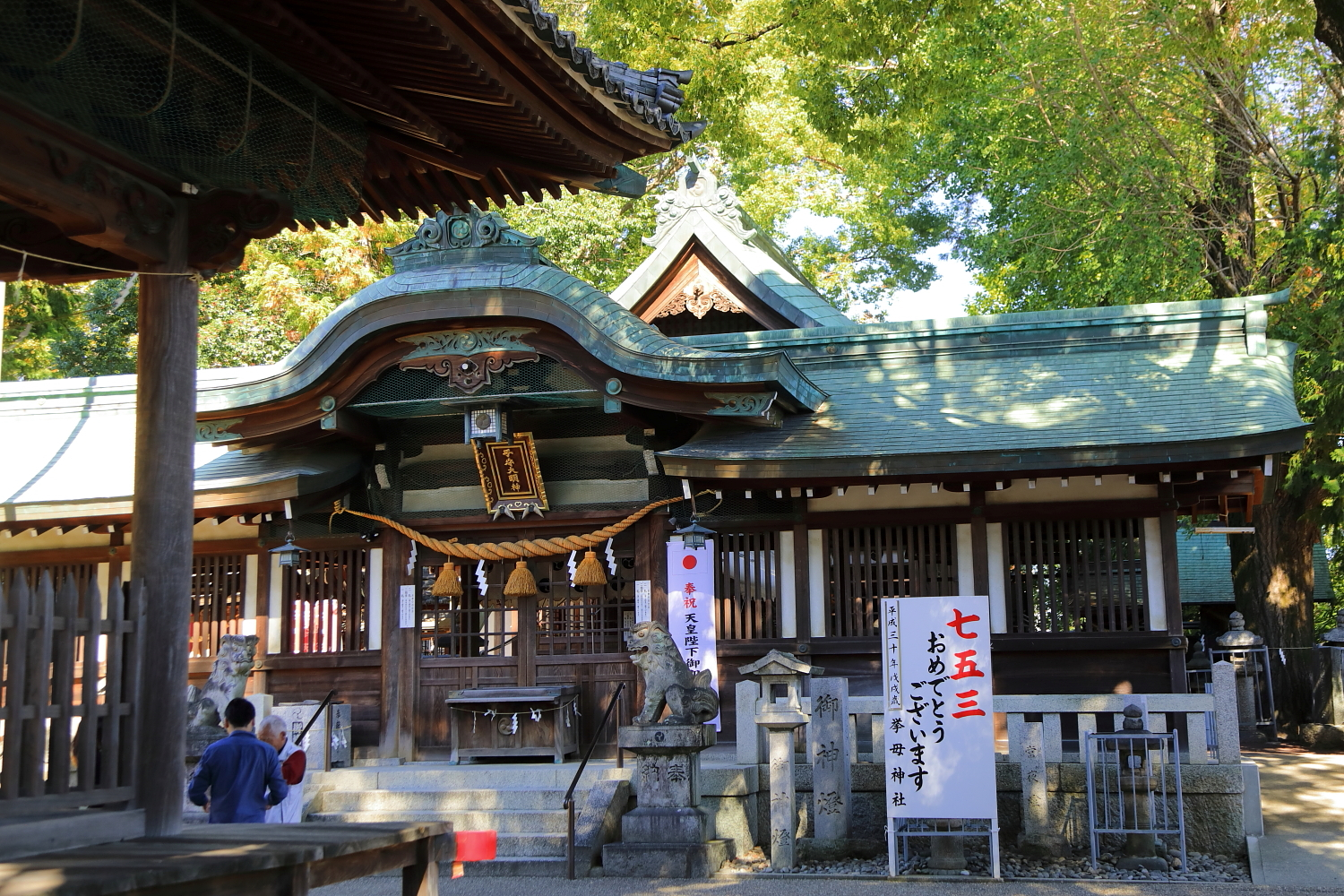
挙母神社拝殿 （挙母町、2018年（平成30年）11月）
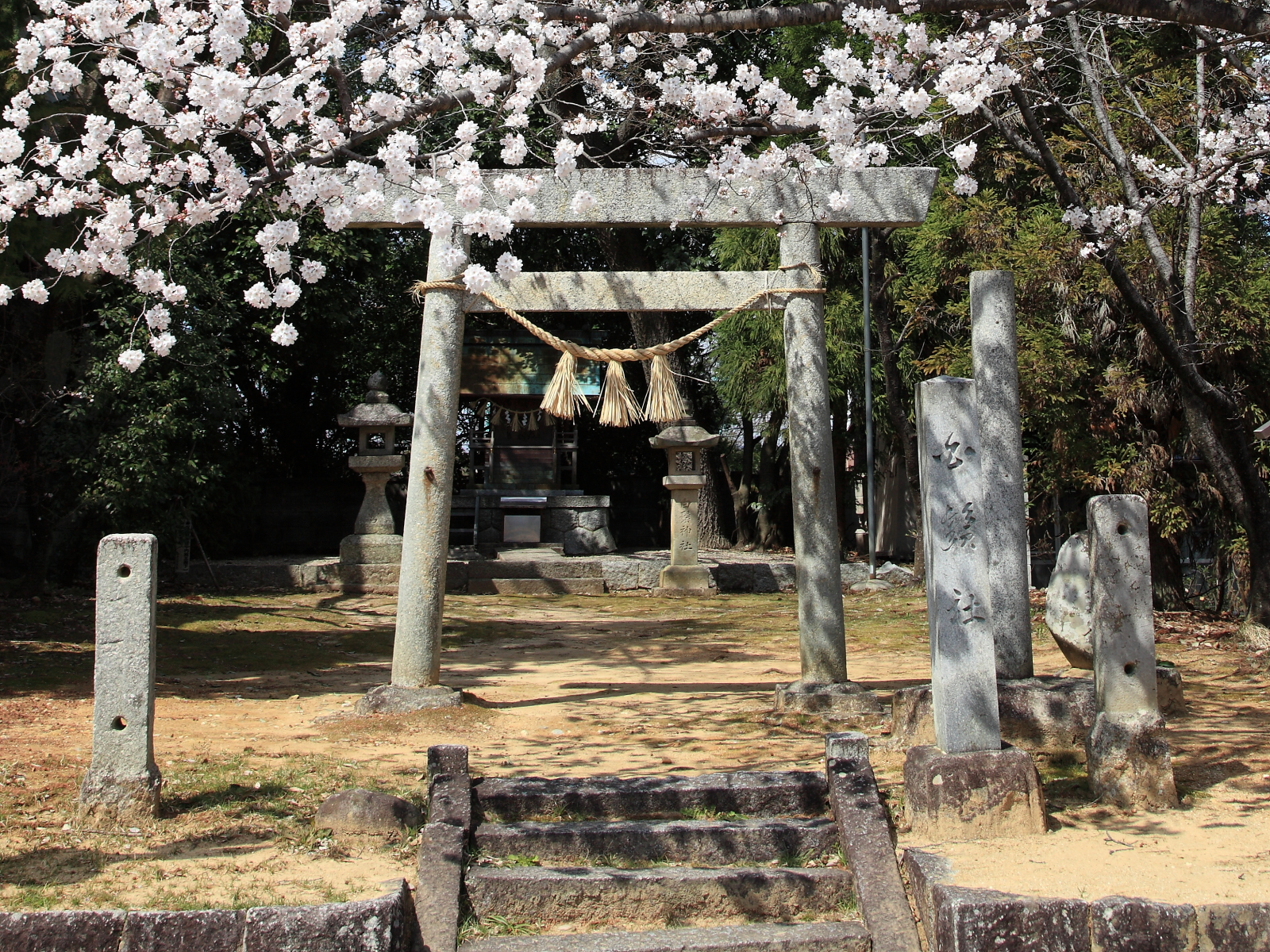
白鬚神社 （小坂町、2012年（平成24年）4月）
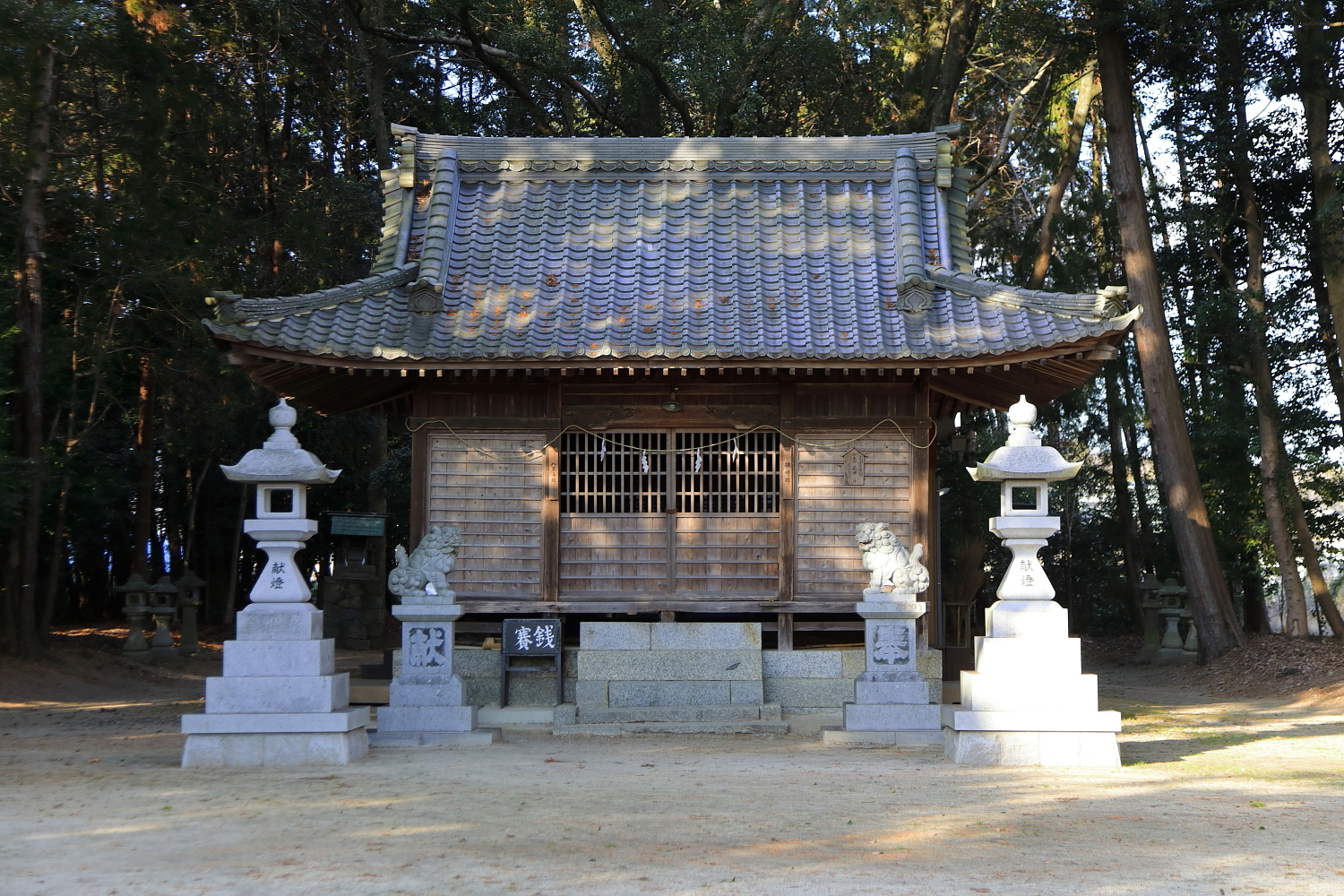
神明社拝殿 （今町、2019年（平成31年）2月）
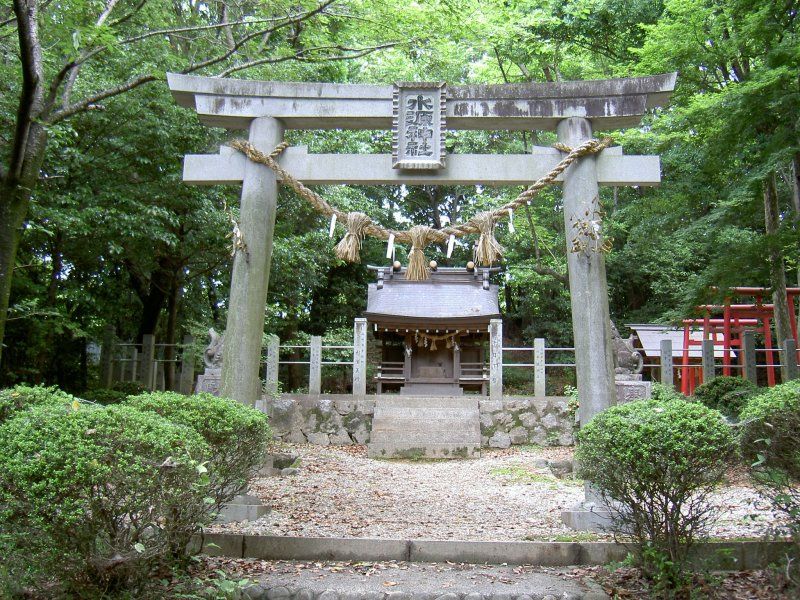
水源神社 （水源町、2005年（平成17年）6月）
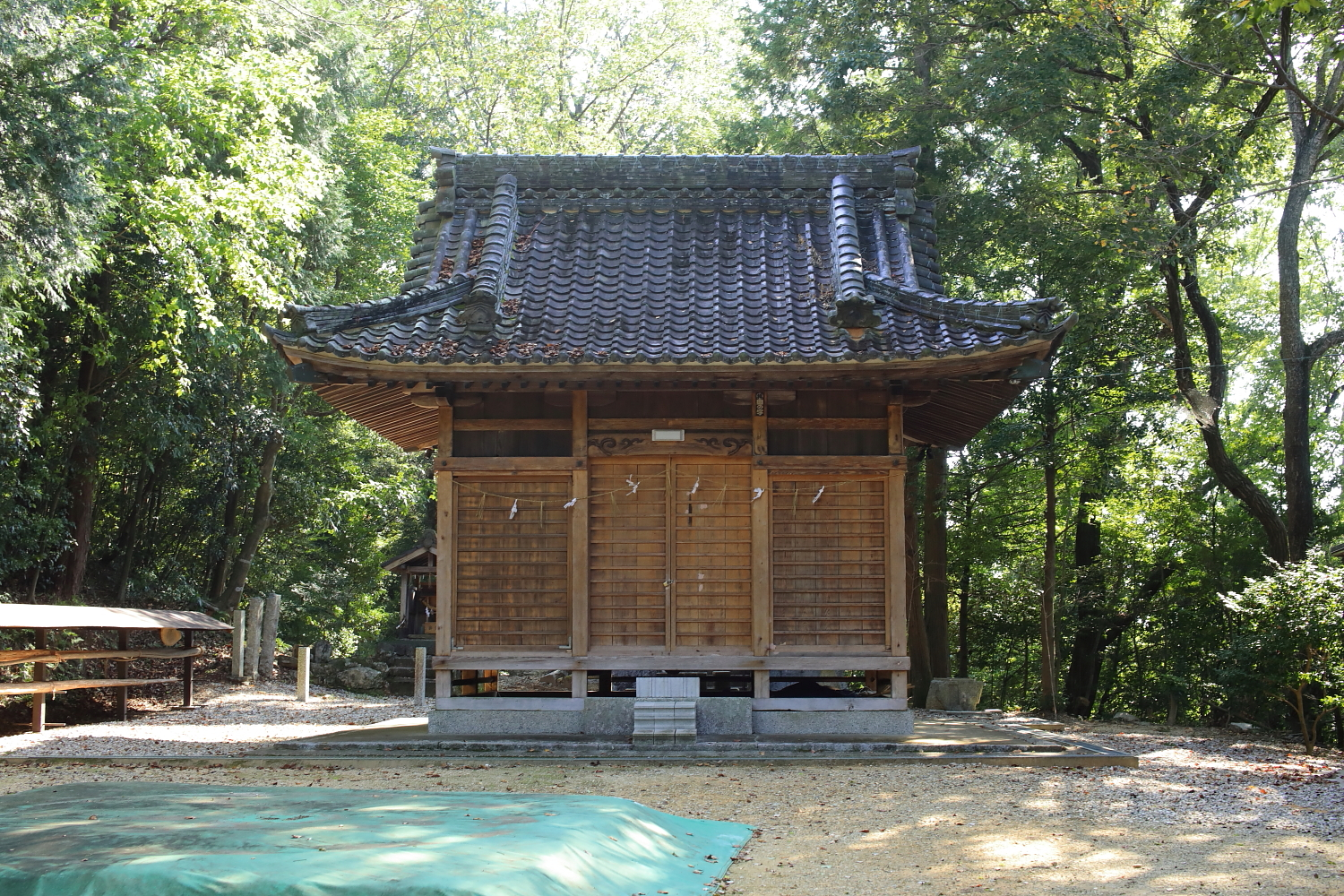
須佐之男神社拝殿 （平和町、2019年（令和元年）9月）
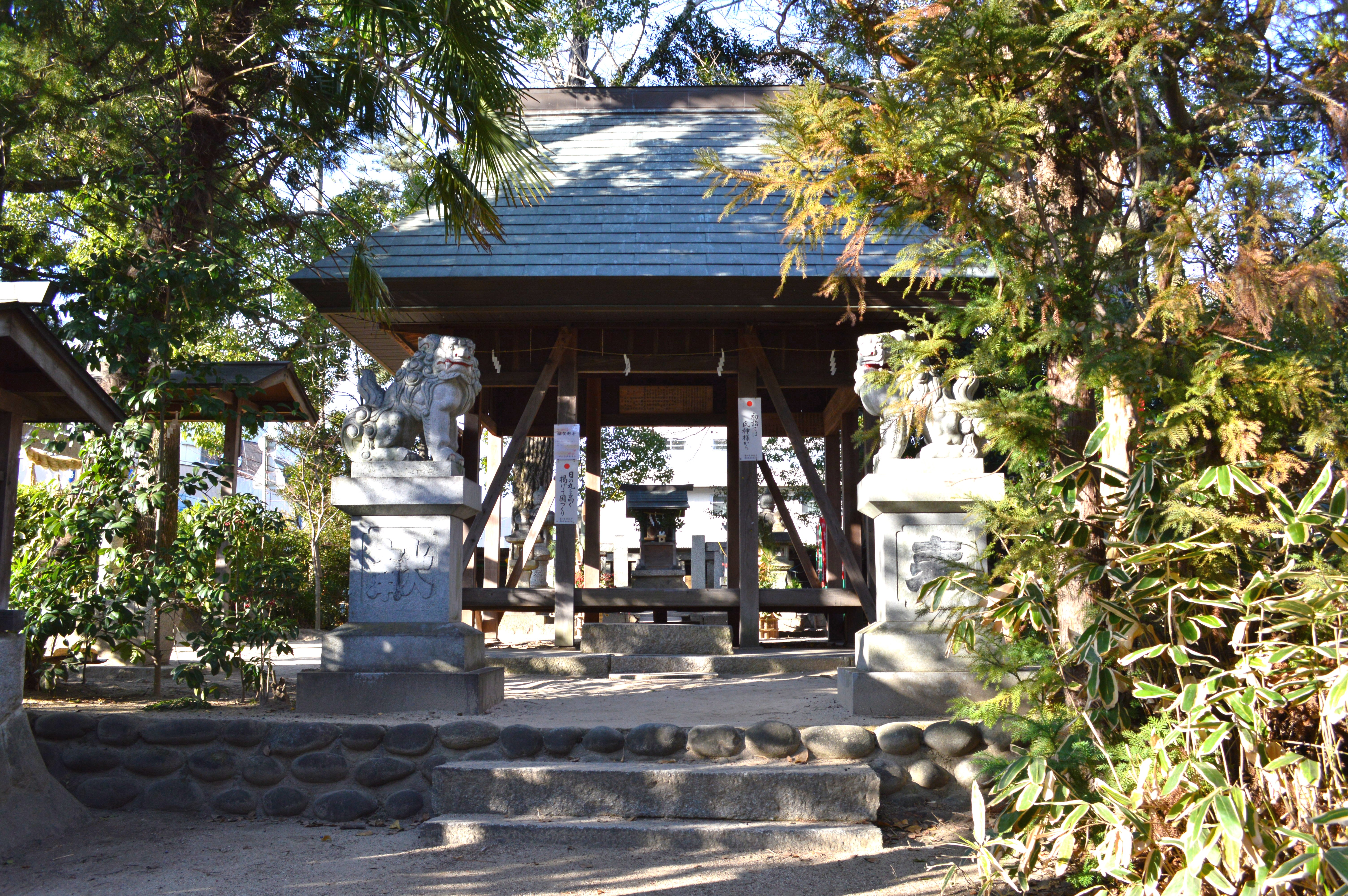
児ノ口社拝殿 （久保町、2014年（平成26年）1月）
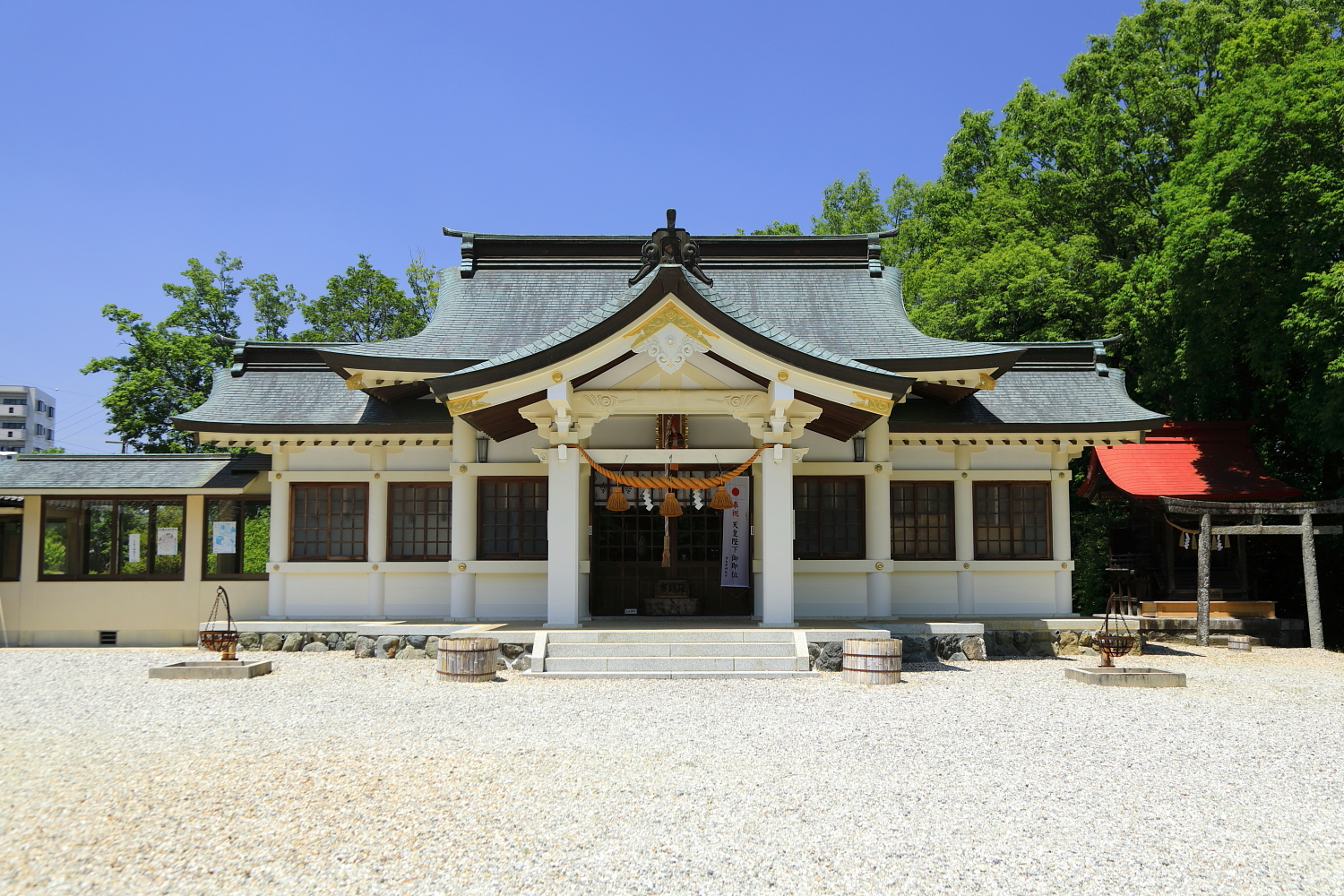
白山神社拝殿 （京町、2019年（令和元年）5月）
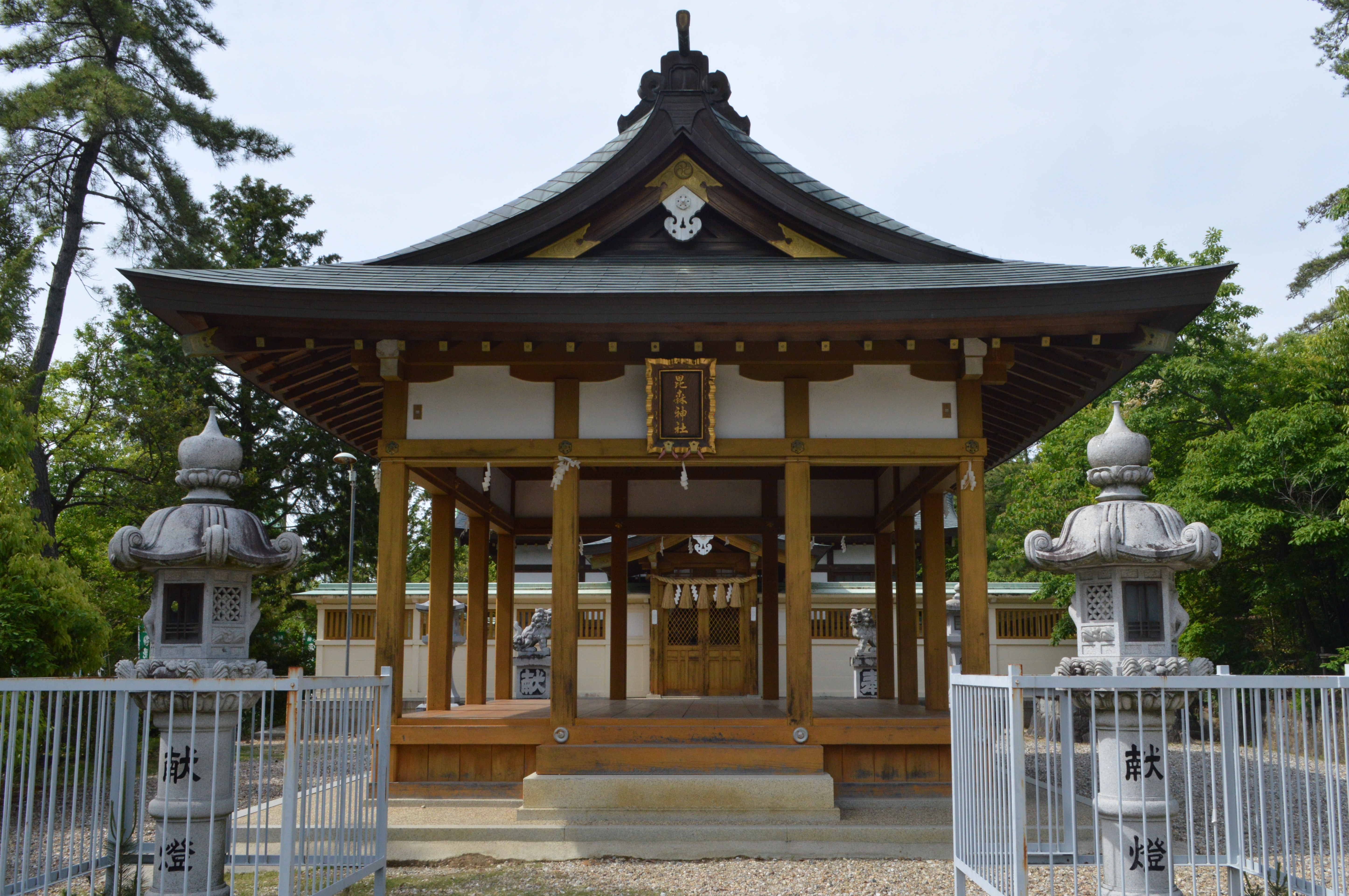
毘森神社拝殿 （小坂町、2018年（平成30年）5月）

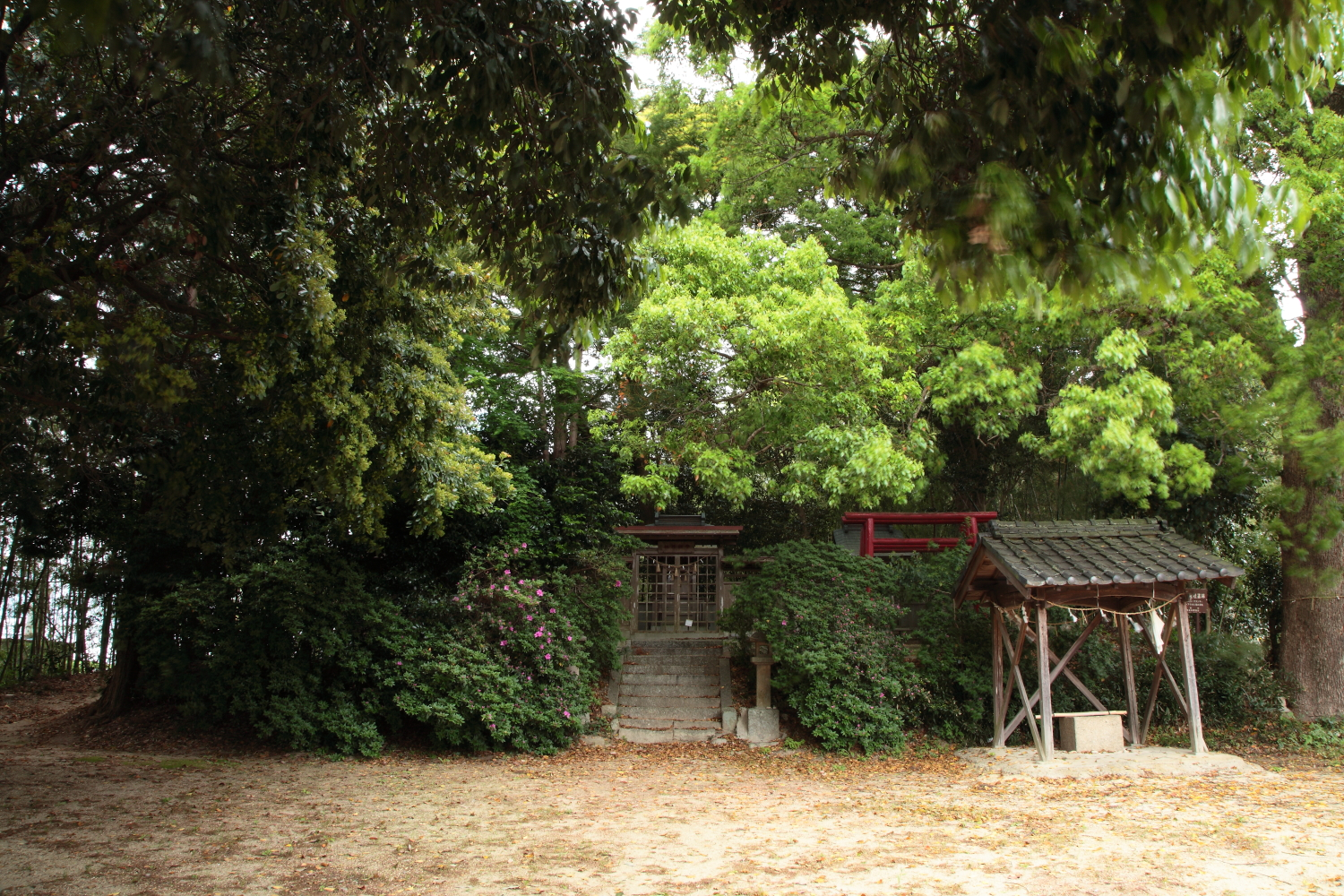
守綱神社 （寺部町、2012年（平成24年）5月）
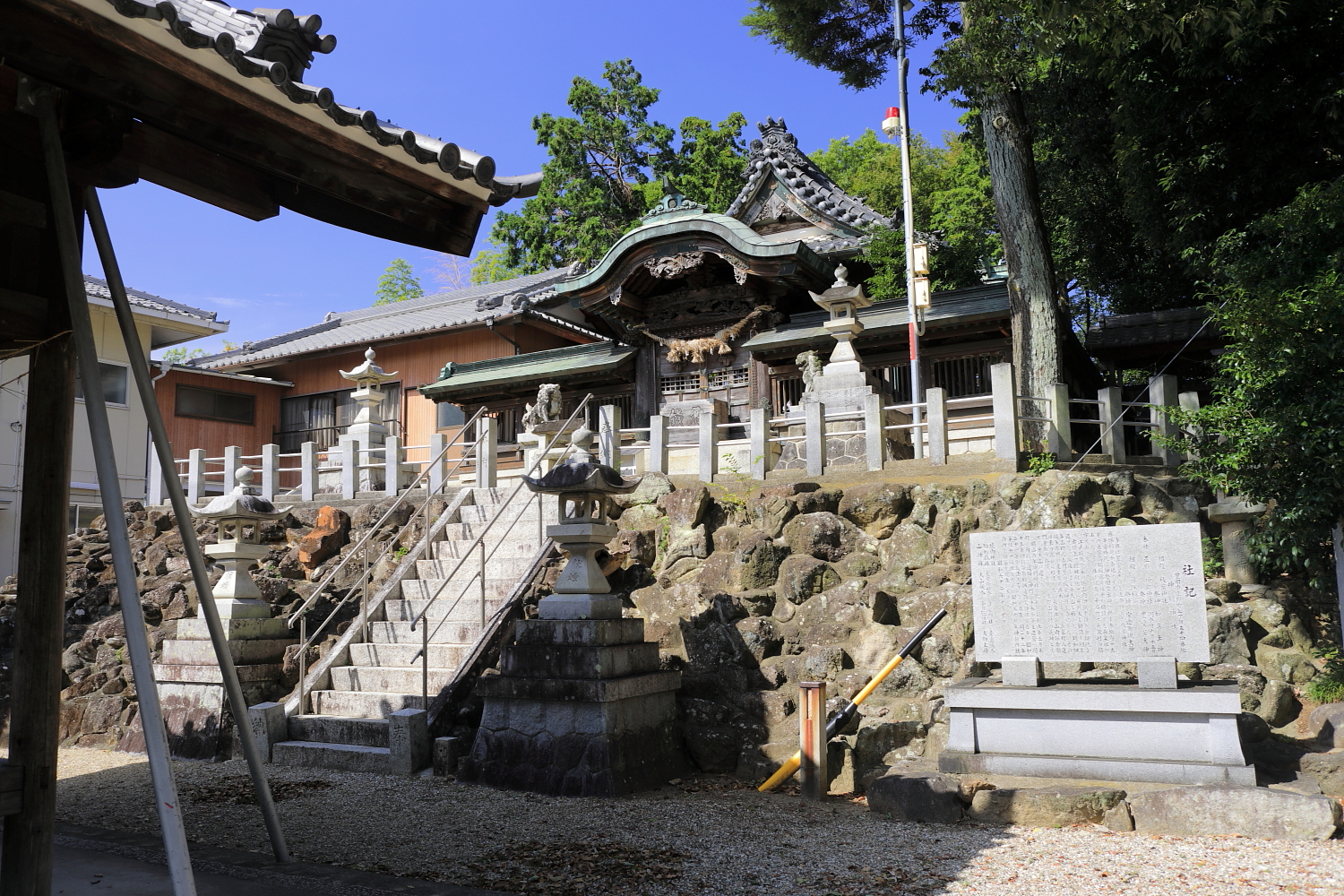
神明神社拝殿 （上野町、2019年（令和元年）8月）
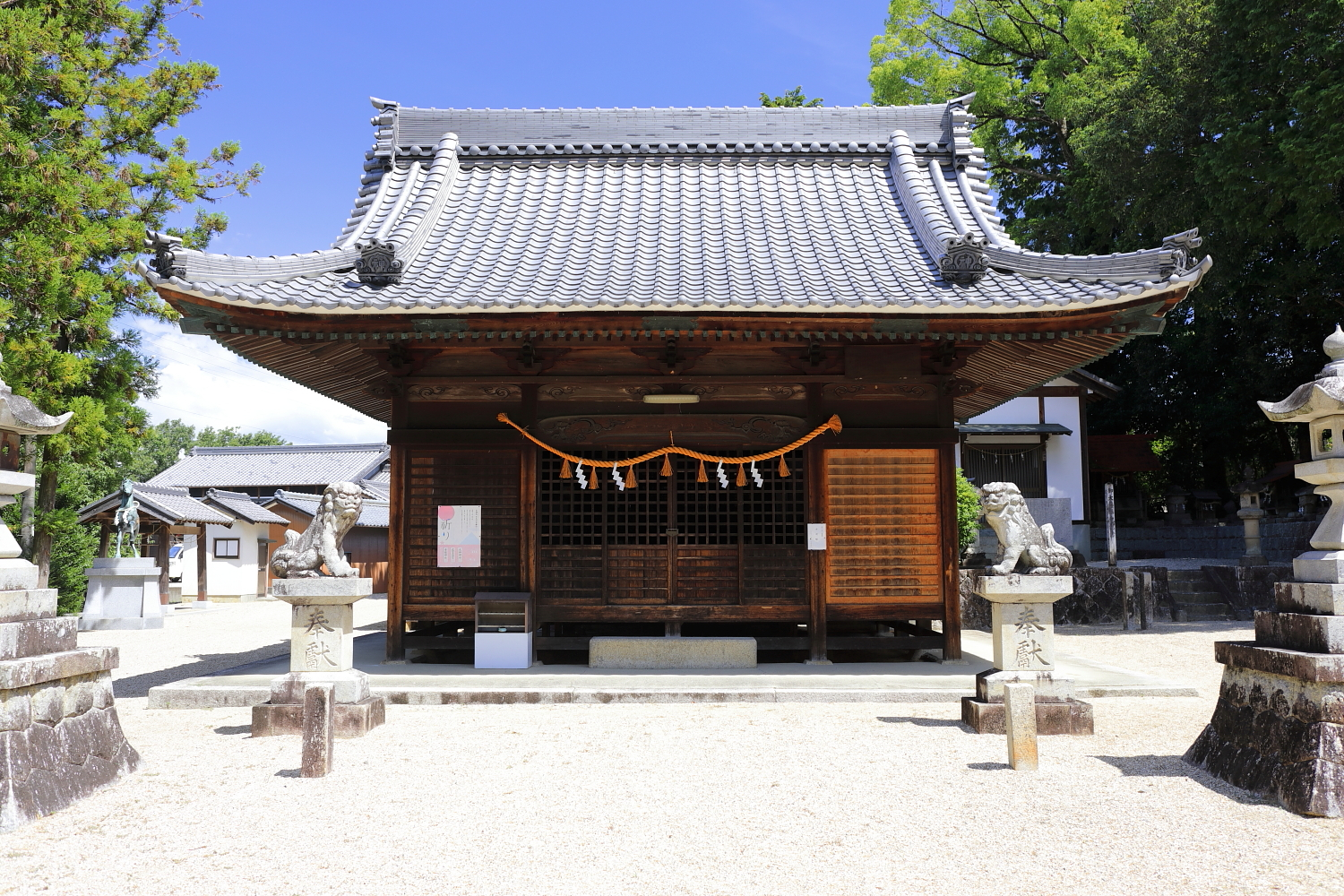
神明神社拝殿 （広川町、2019年（令和元年）8月）
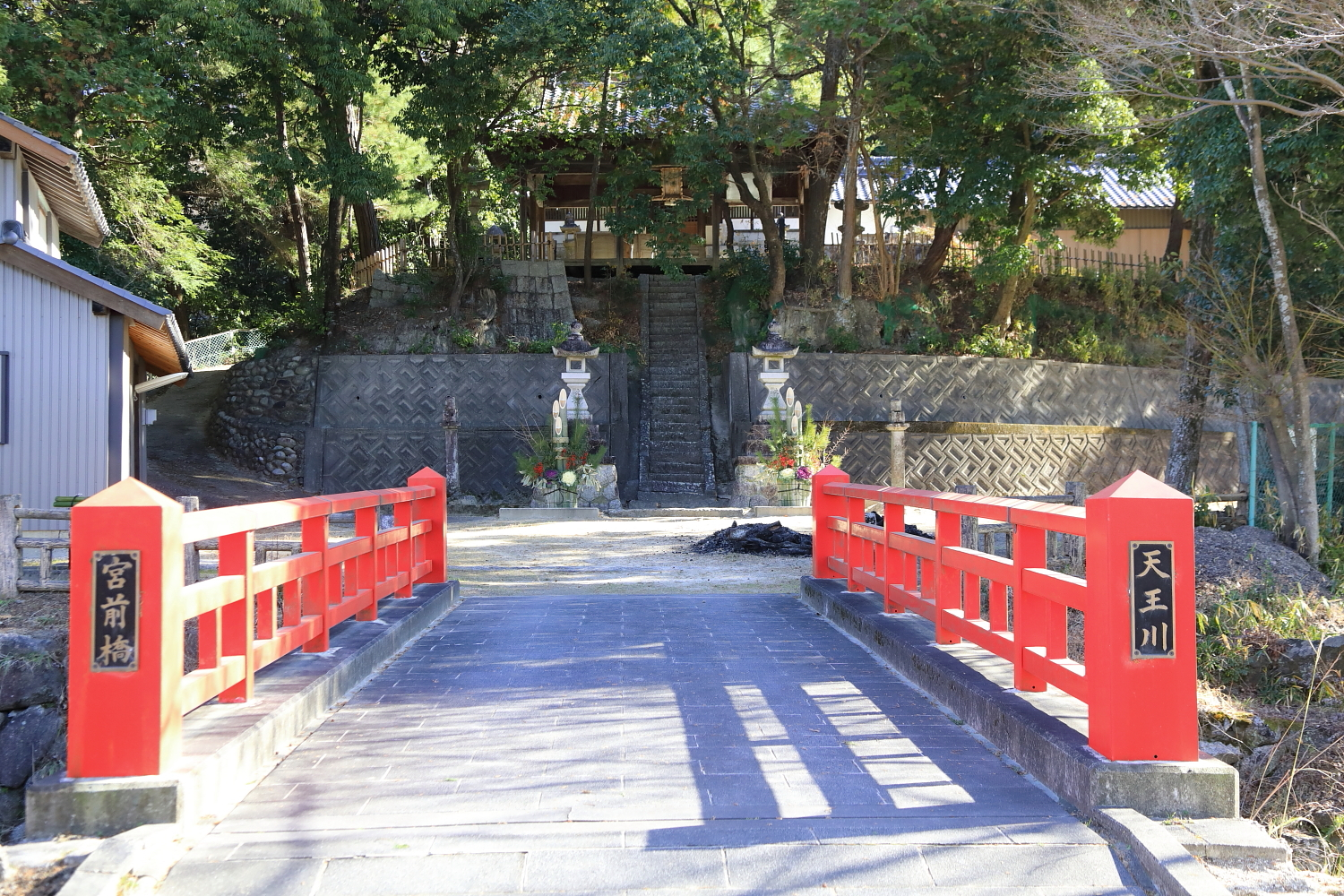
津嶋神社境内 （扶桑町、2019年（平成31年）1月）
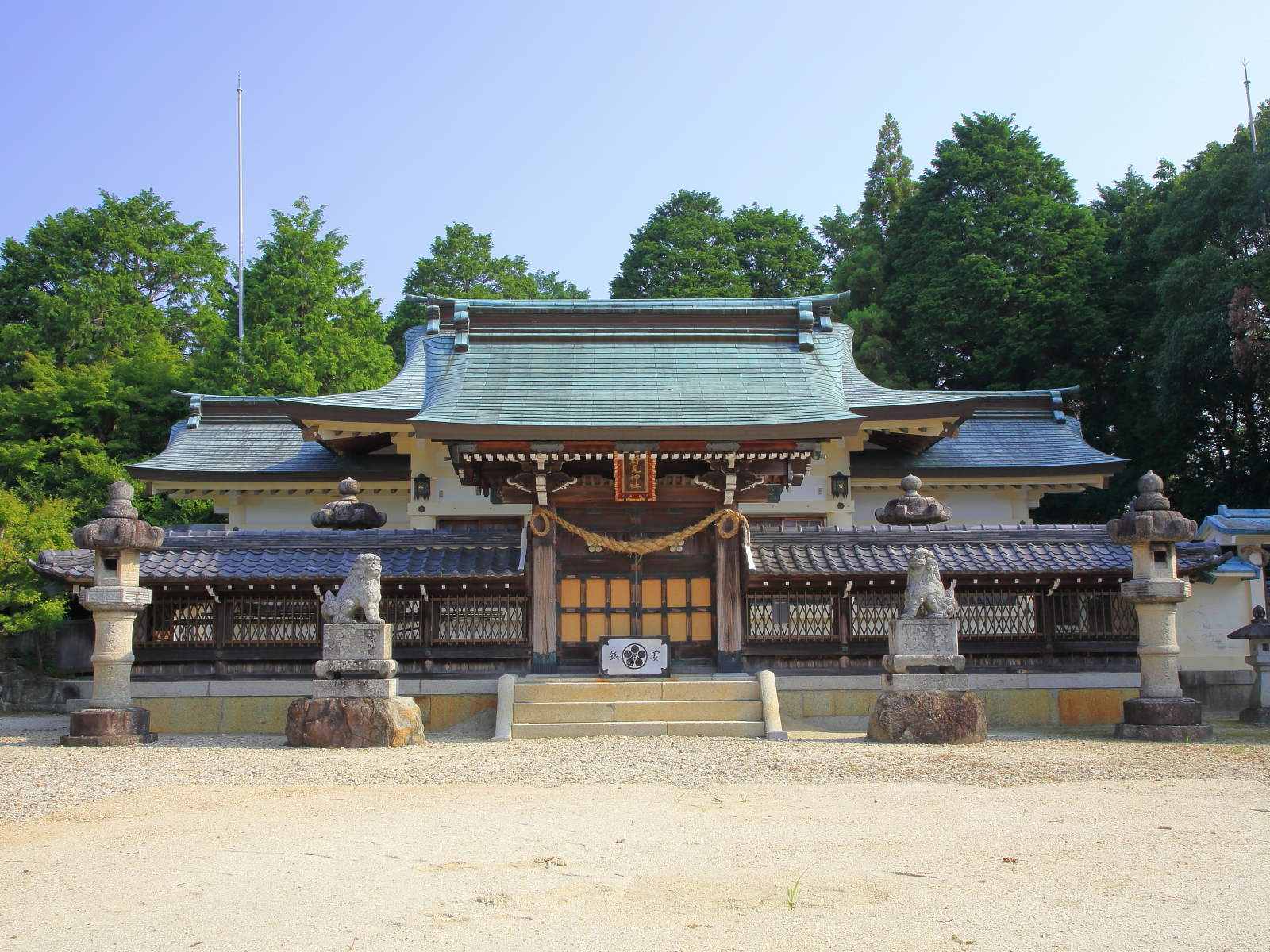
野見神社拝殿 （野見山町、2012年（平成24年）7月）
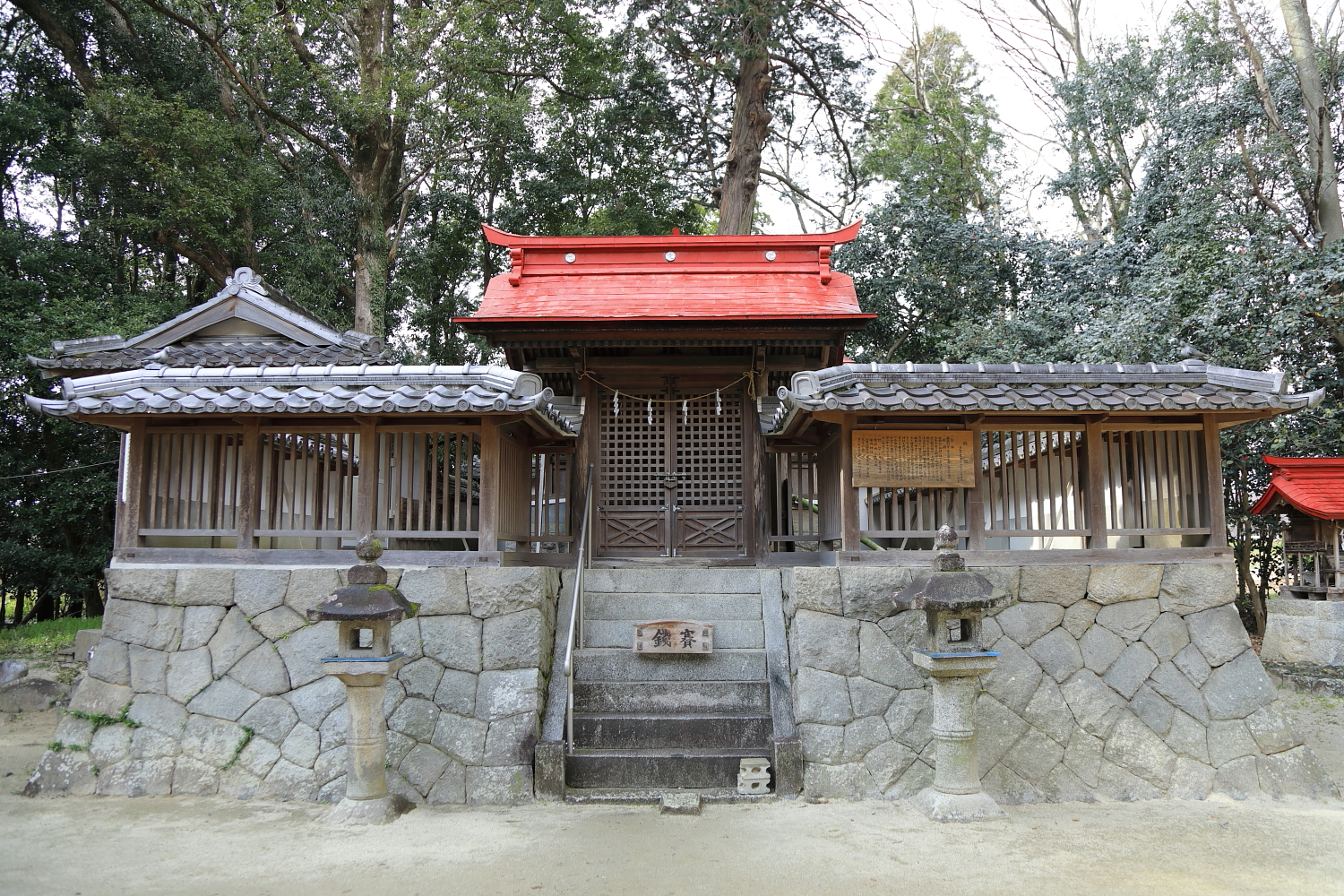
八幡宮神門 （平井町、2019年（平成31年）3月）
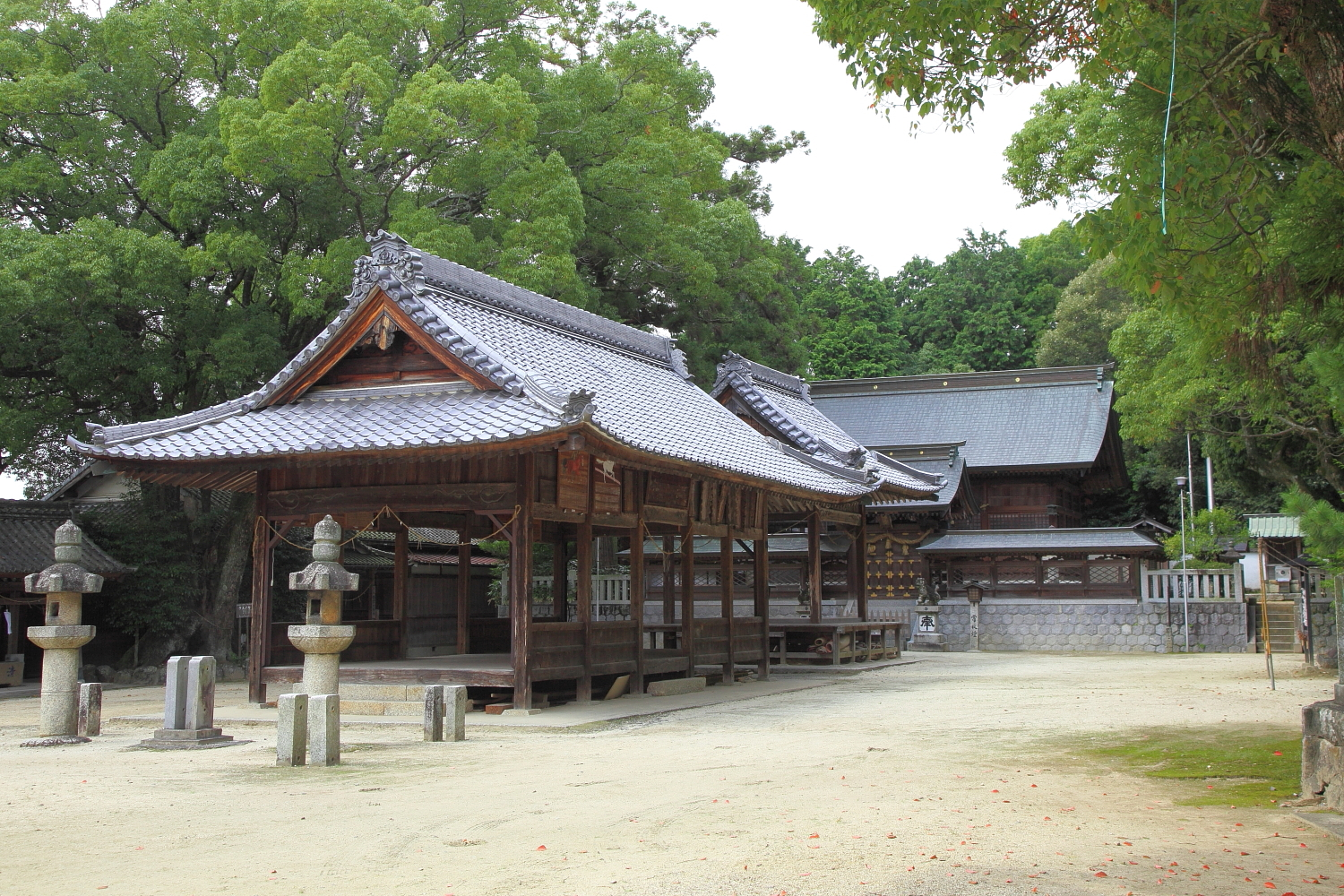
八幡宮境内 （社町、2019年（平成31年）3月）

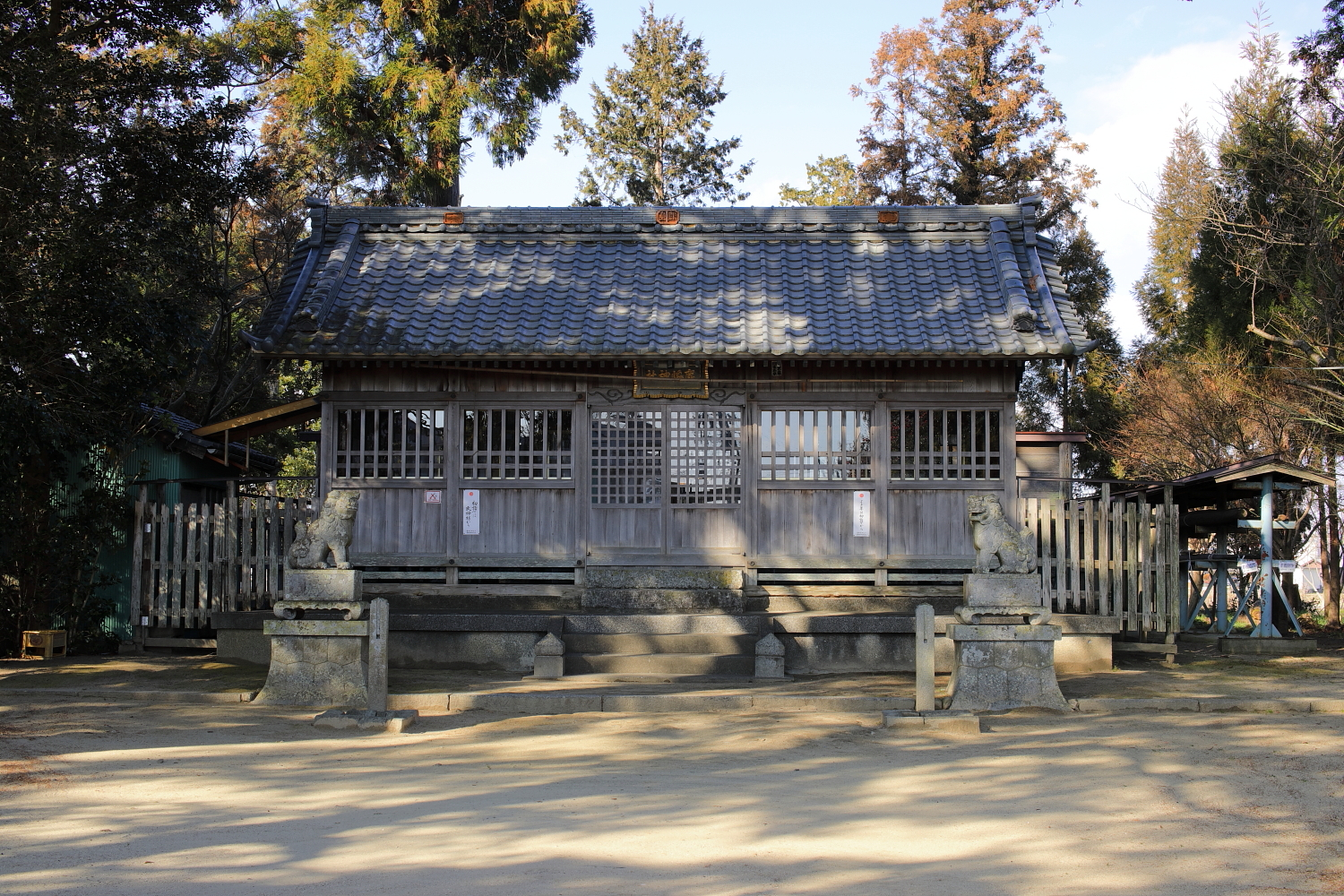
鹿島社拝殿 （幸町、2019年（平成31年）2月）
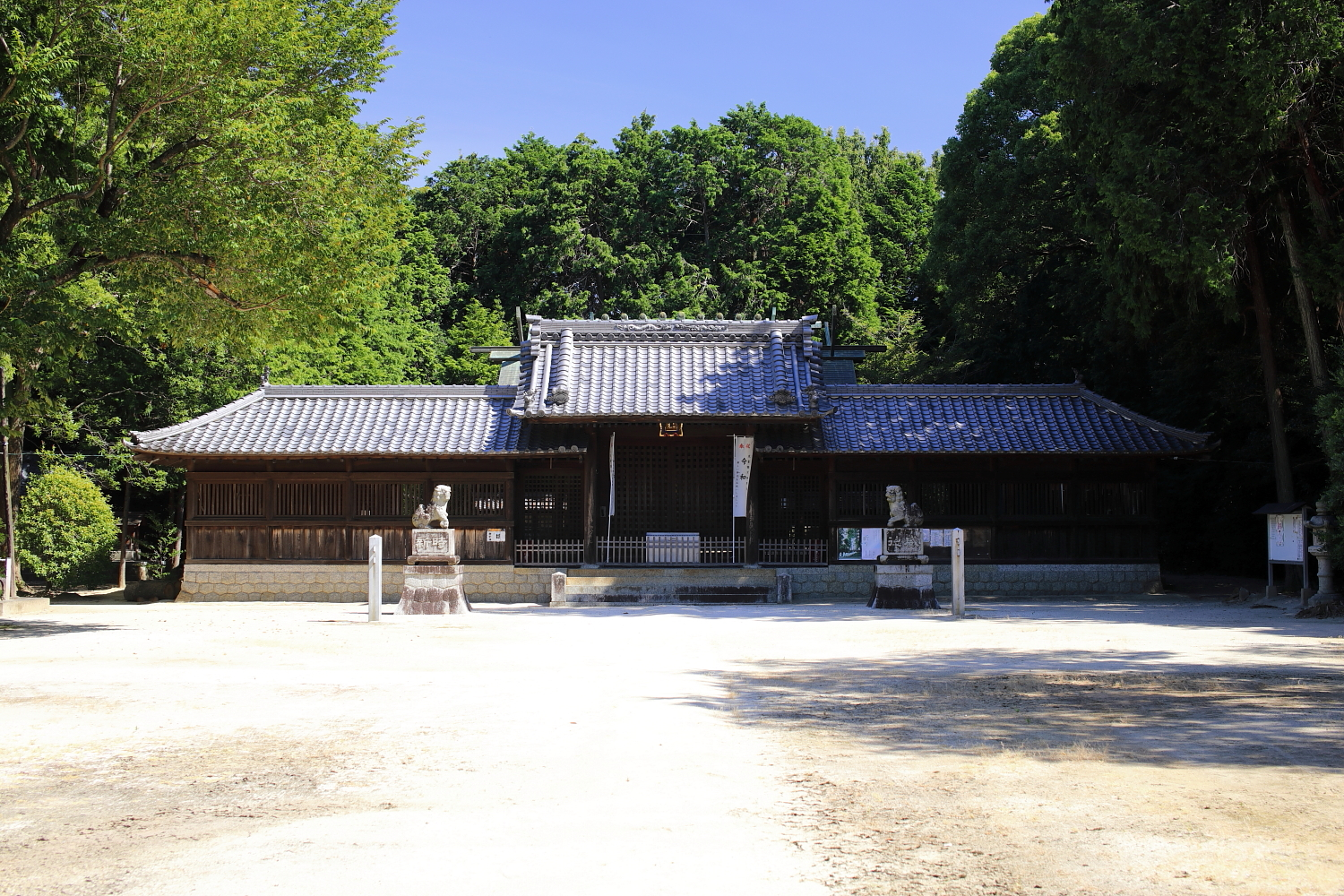
糟目春日神社拝殿 （渡刈町、2019年（令和元年）8月）
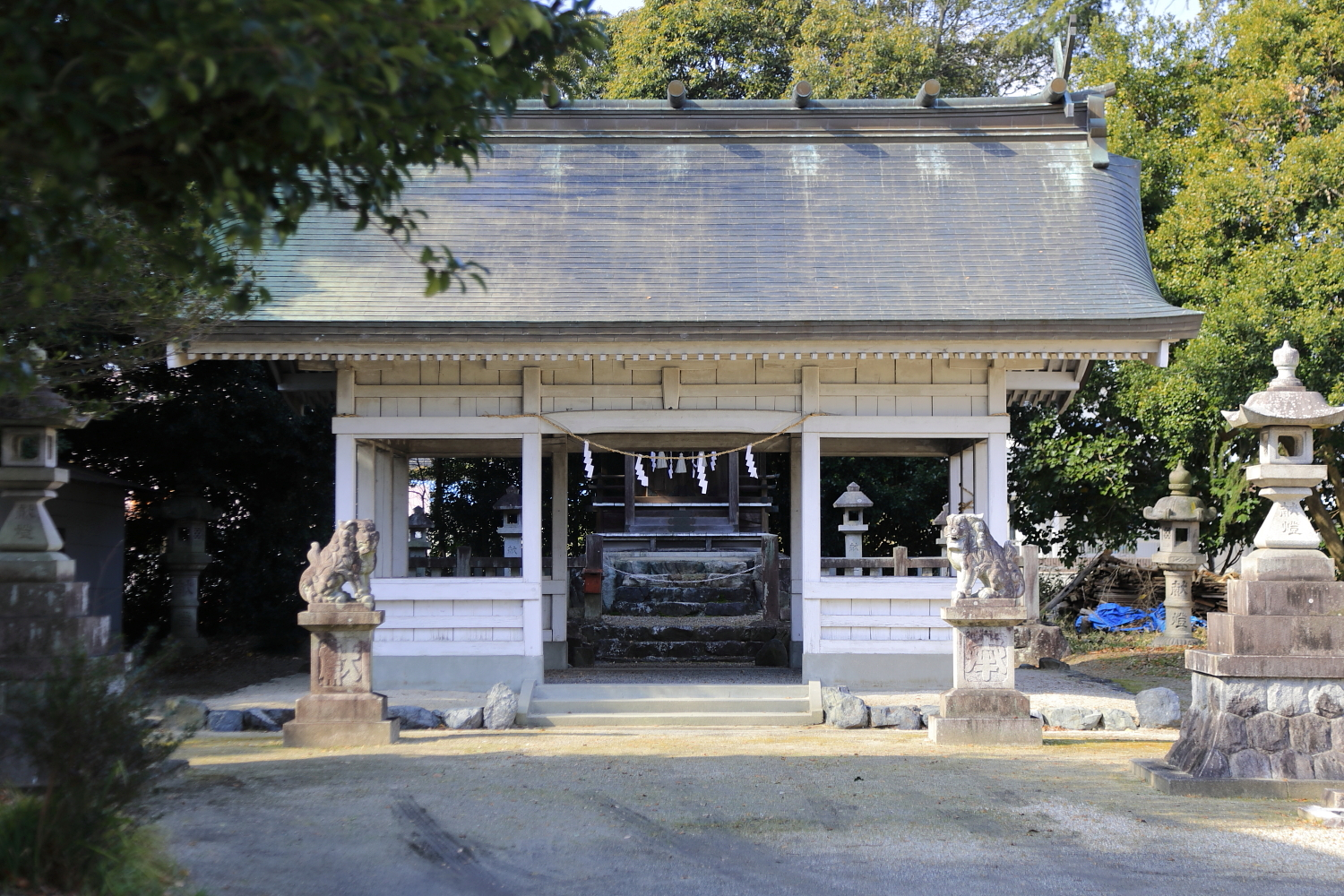
上郷護国神社拝殿 （上郷町、2019年（平成31年）2月）
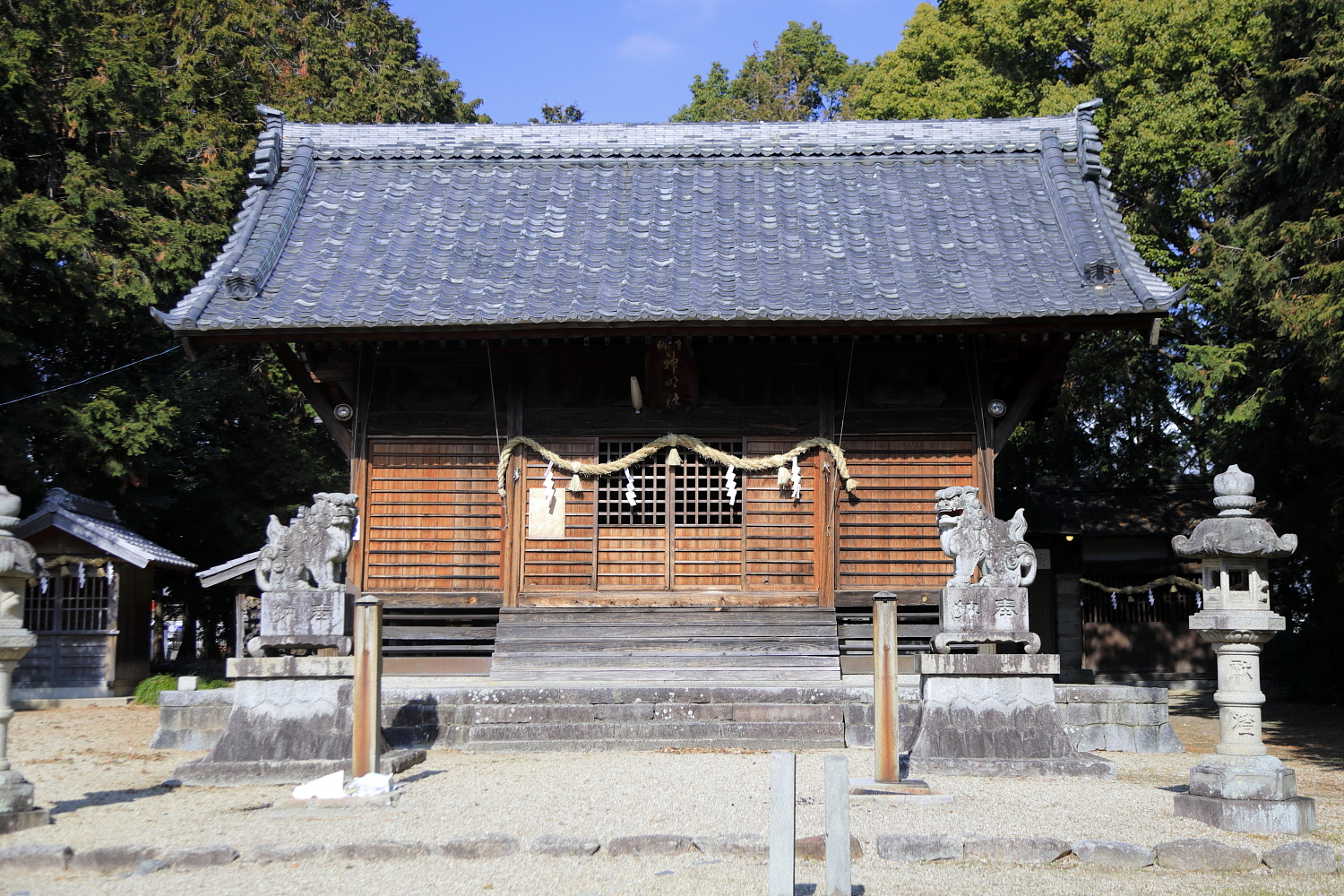
神明社拝殿 （上郷町、2019年（平成31年）2月）
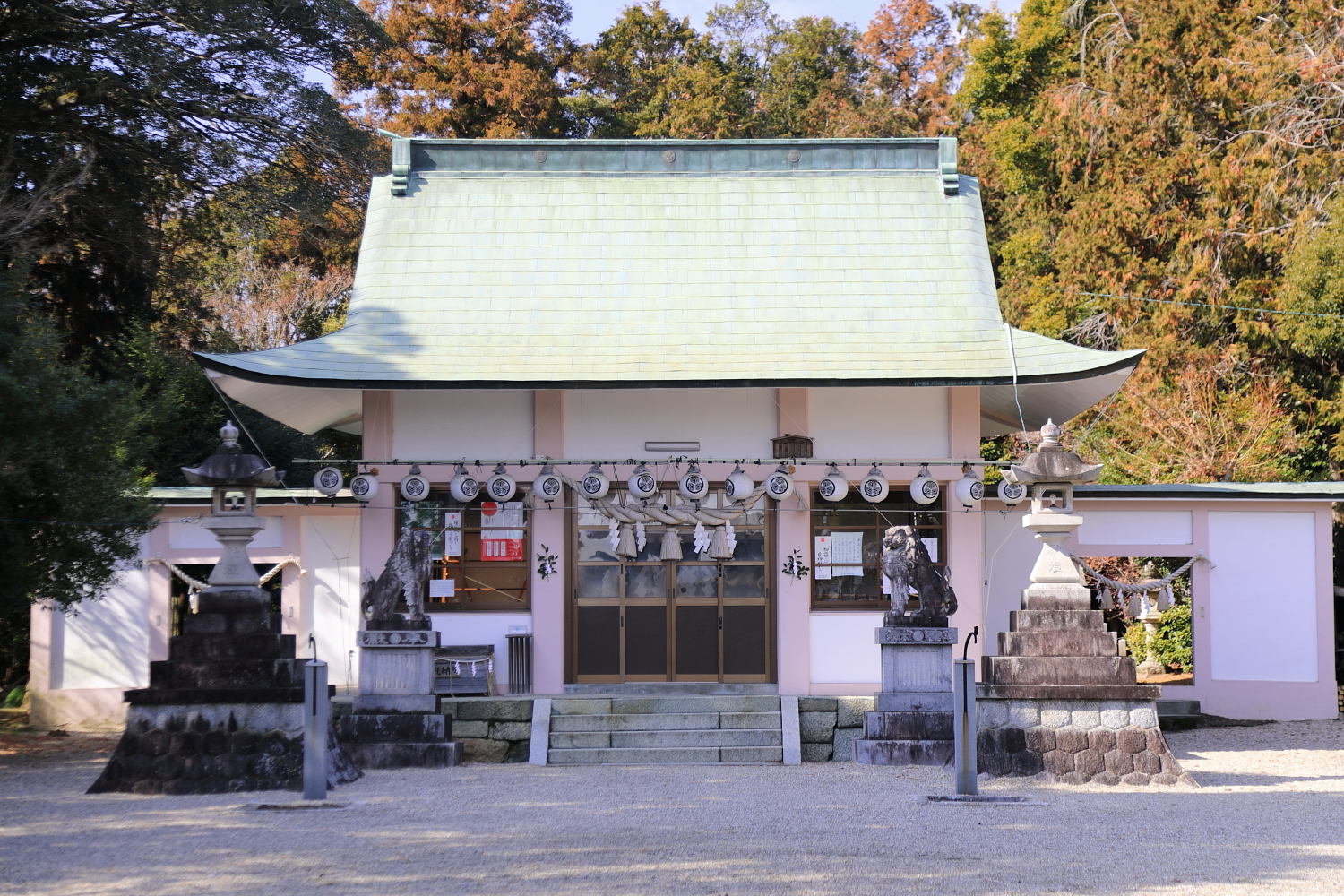
津島神社拝殿 （桝塚西町、2019年（平成31年）2月）
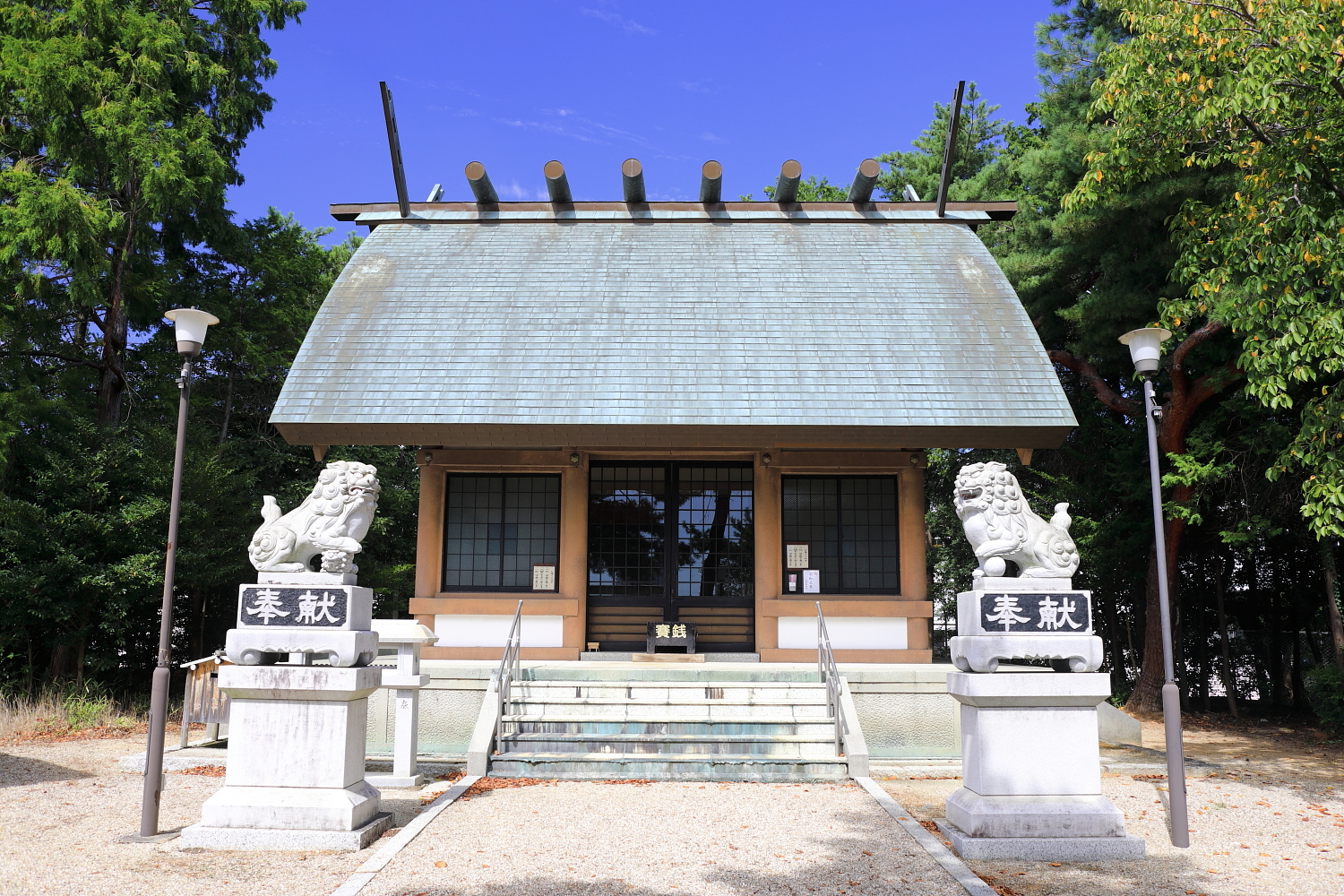
豊田神明社拝殿 （豊栄町、2019年（令和元年）9月）
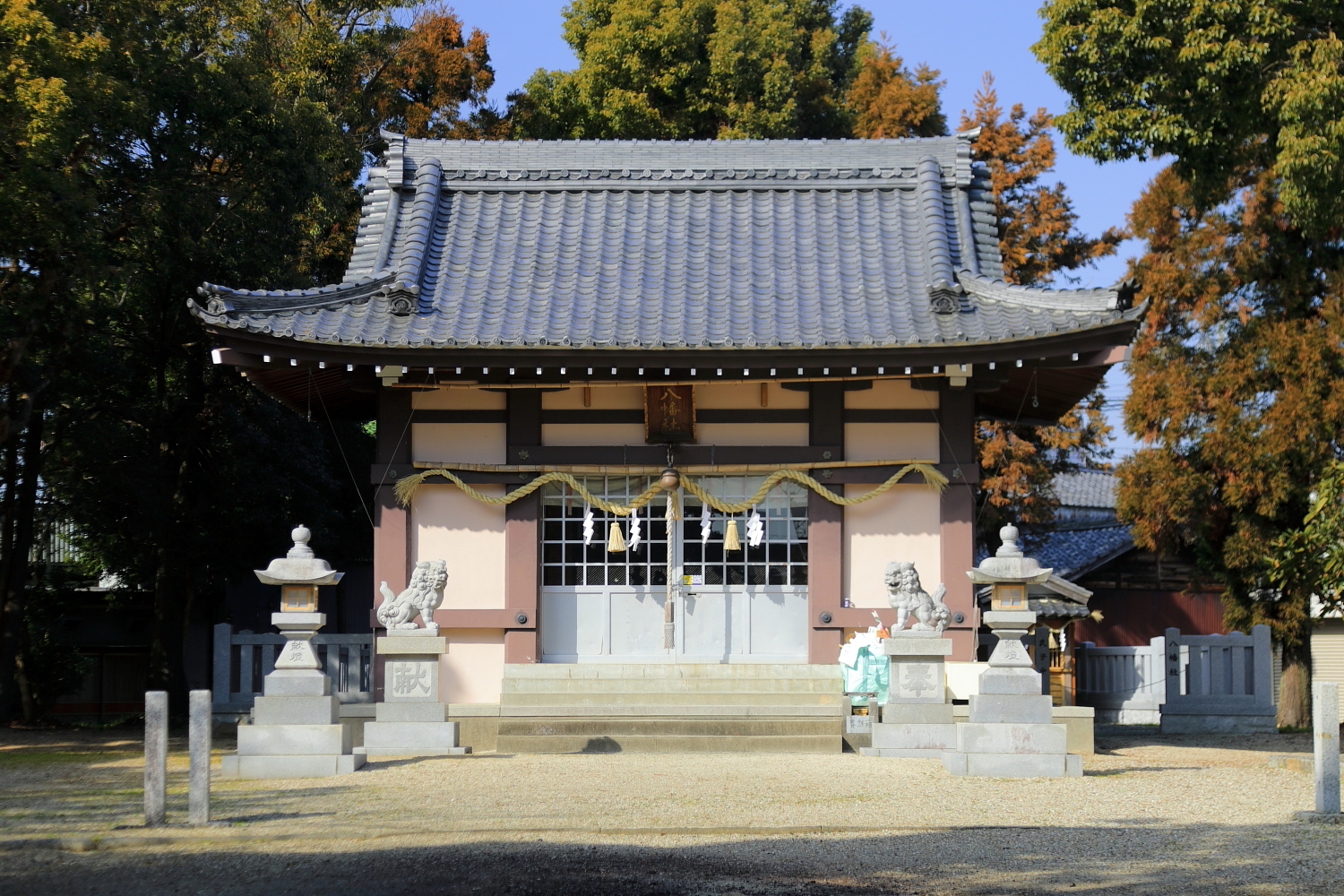
八幡宮拝殿 （上郷町、2019年（平成31年）2月）
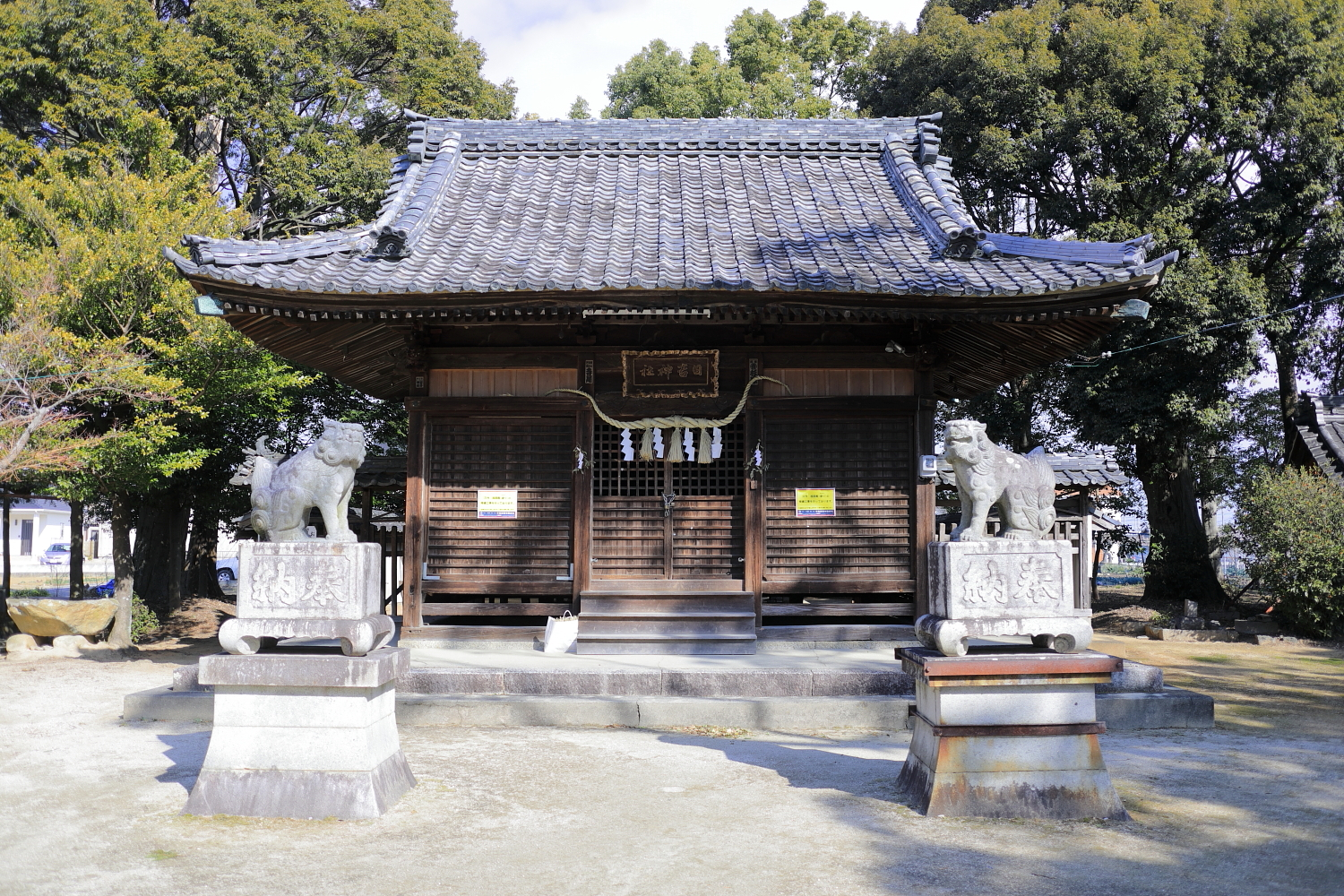
日吉神社拝殿 （広美町、2019年（平成31年）2月）
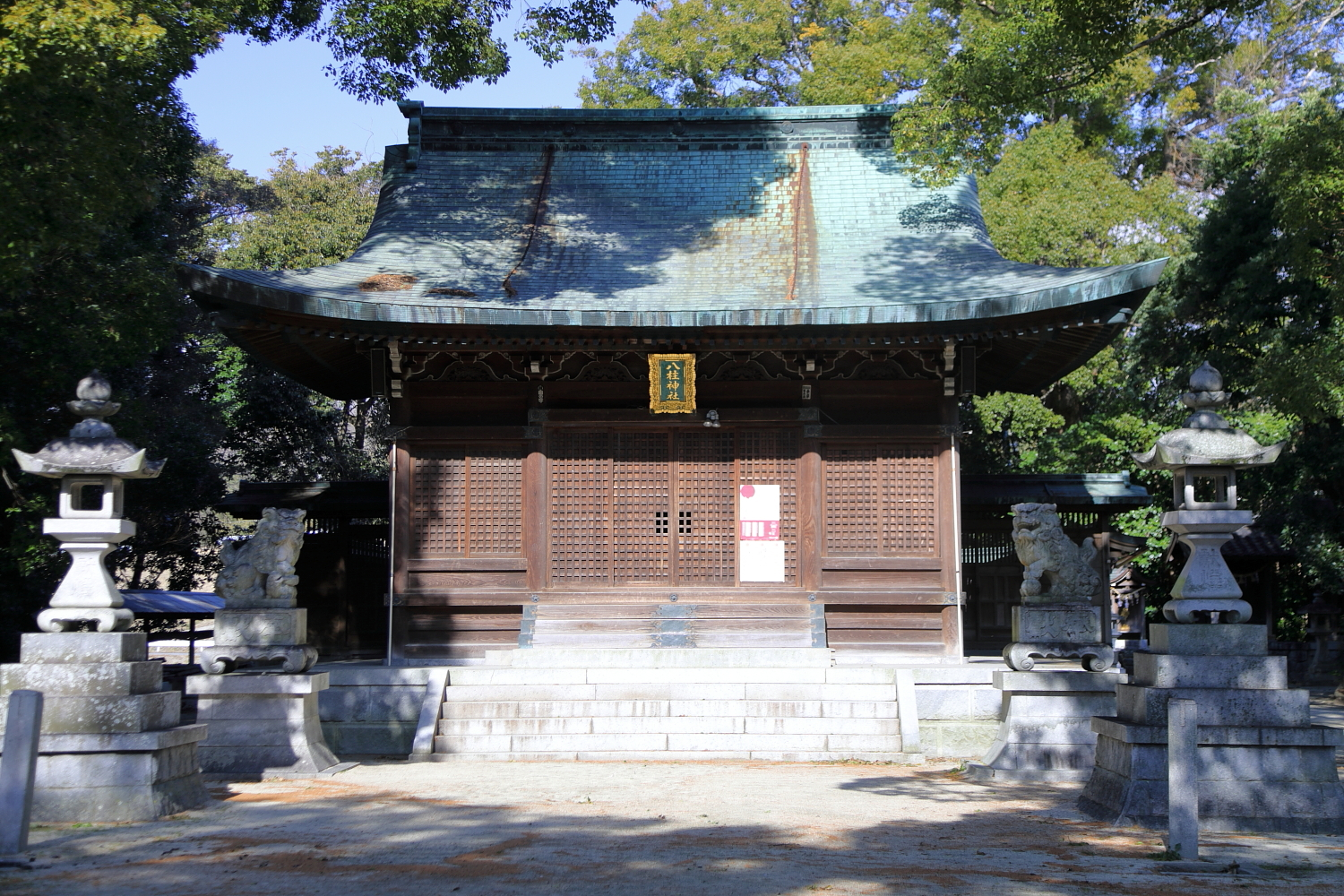
八柱神社拝殿 （畝部東町、2019年（平成31年）2月）

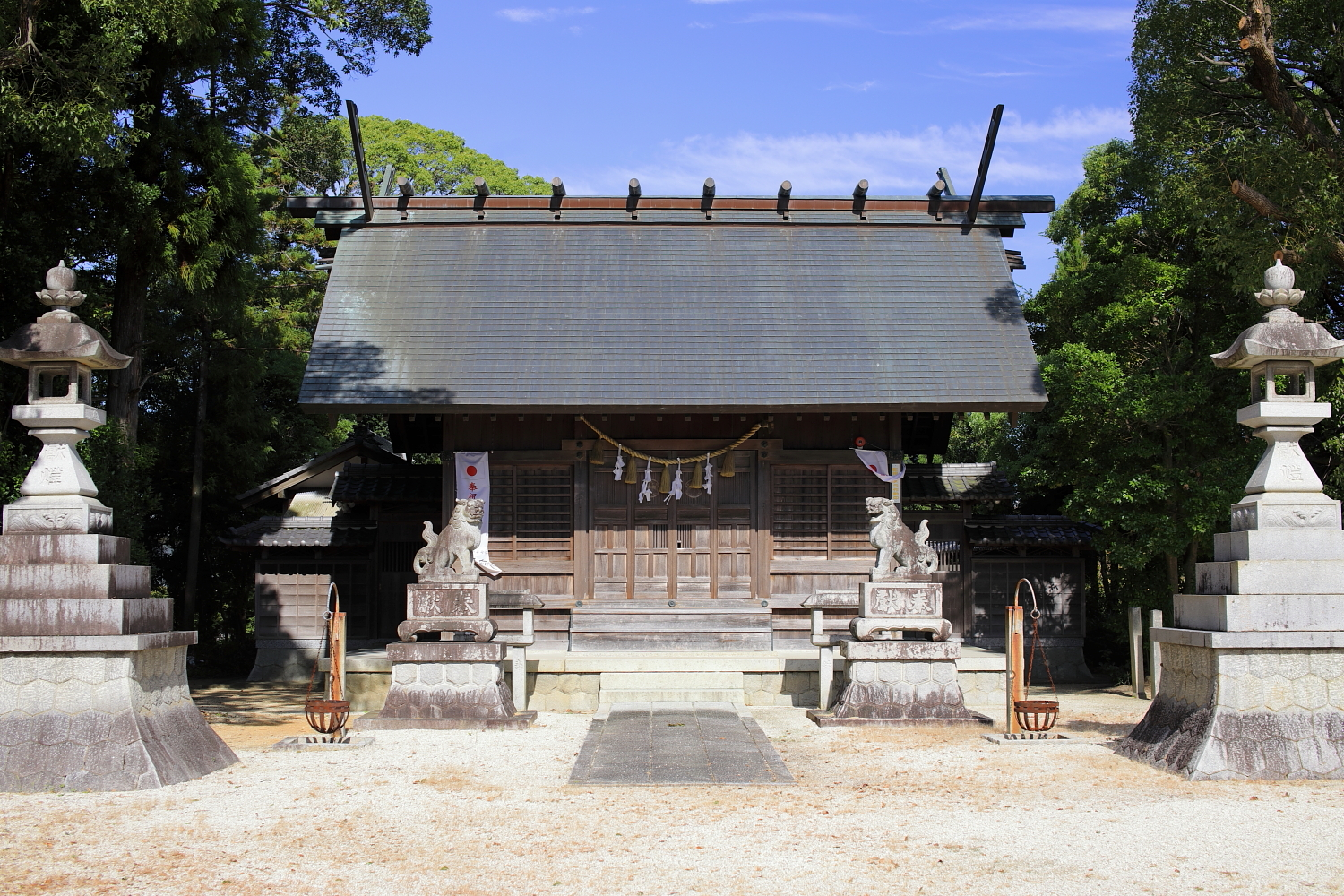
大島神社拝殿 （大島町、2019年（令和元年）9月）
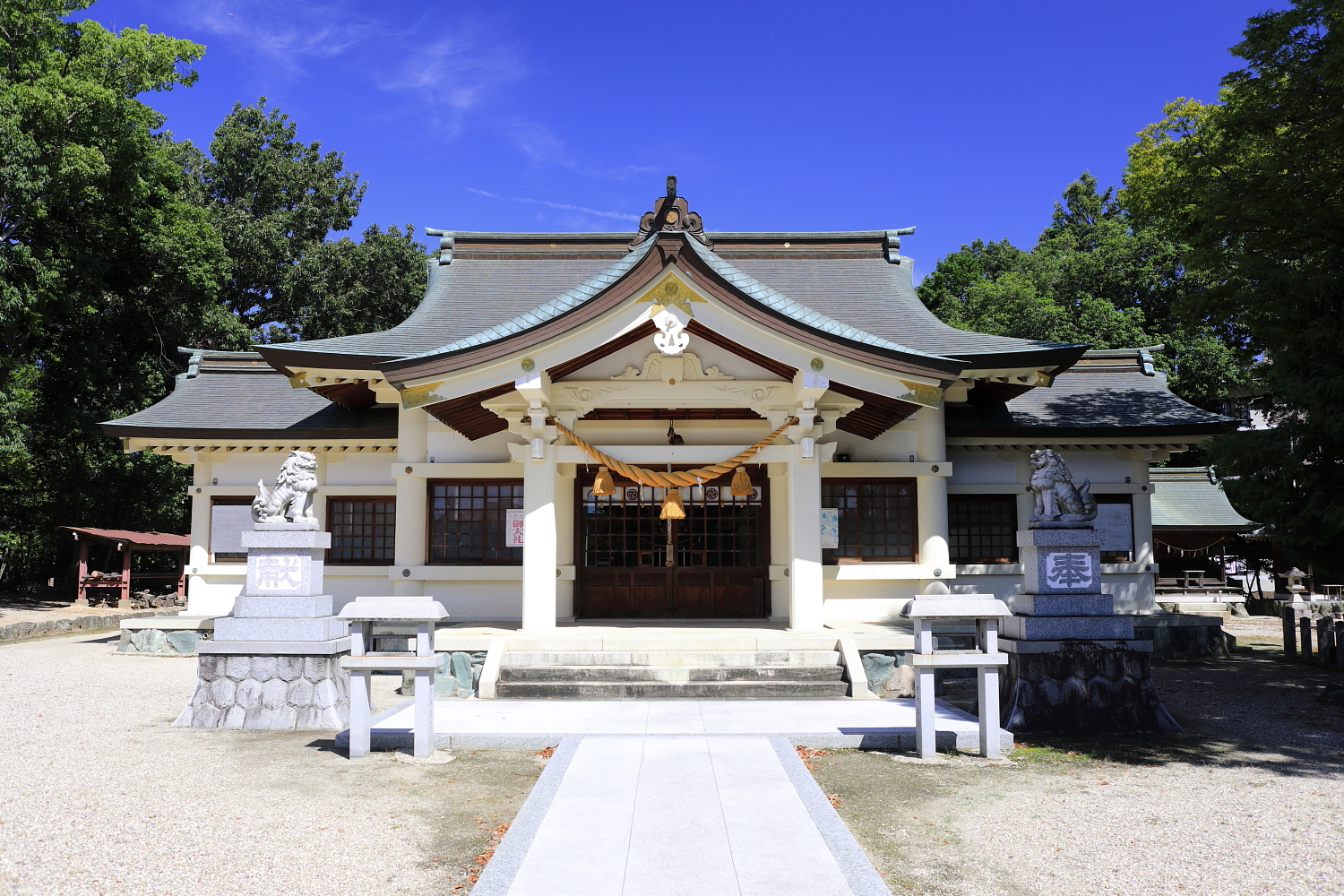
鹿島神社拝殿 （大林町、2019年（令和元年）9月）
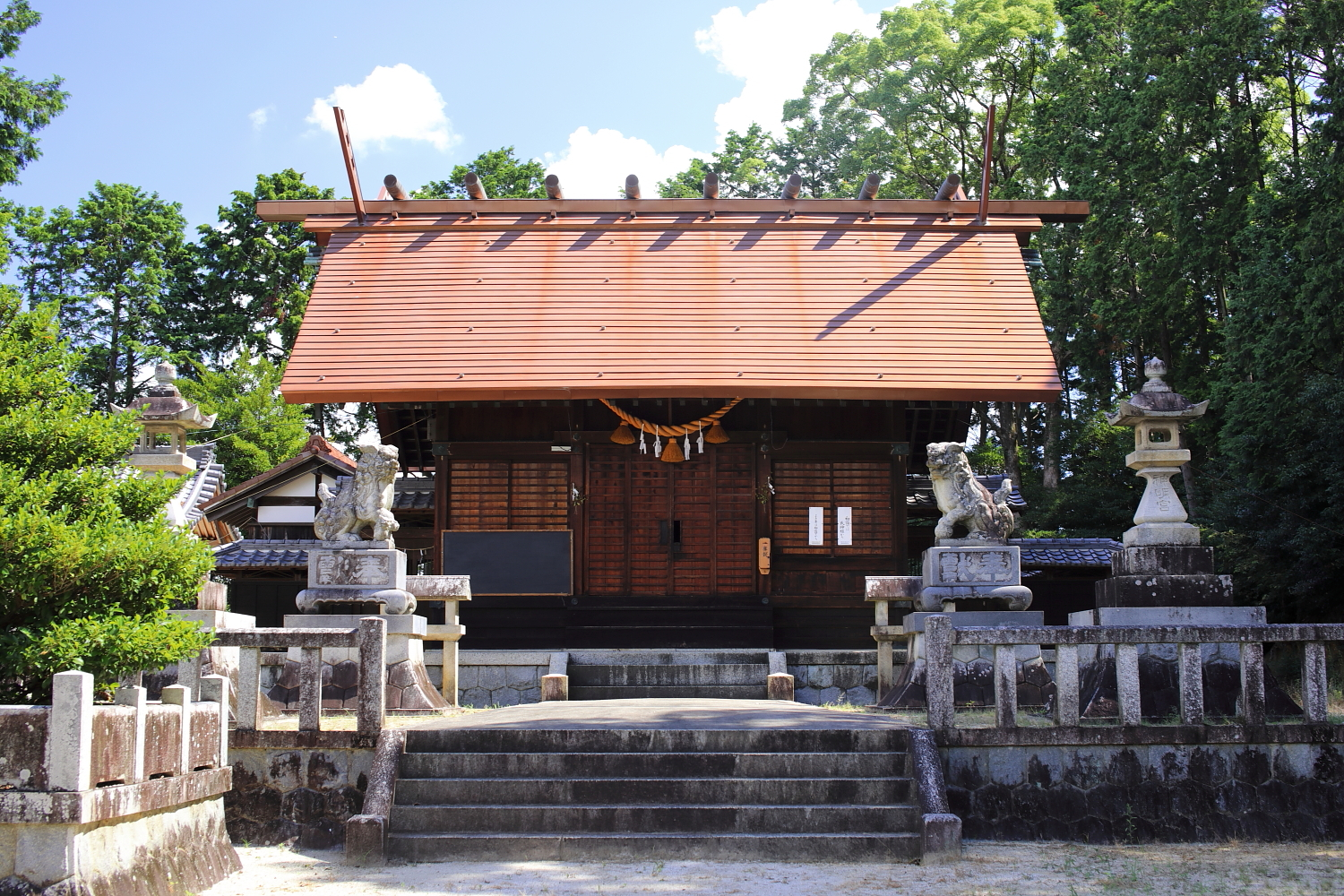
神明宮拝殿 （上丘町、2019年（令和元年）8月）
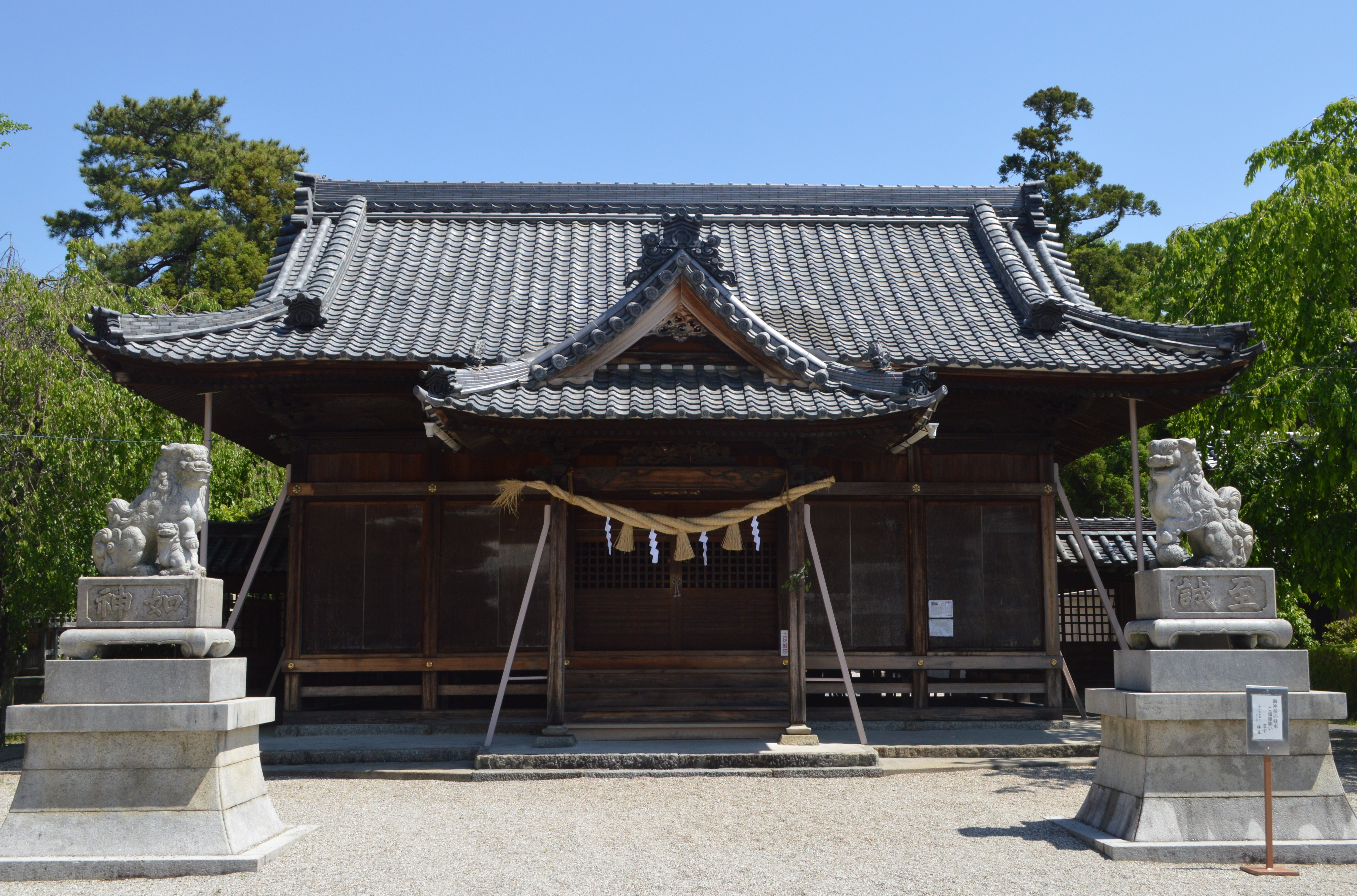
神明社拝殿 （駒場町、2016年（平成28年）5月）
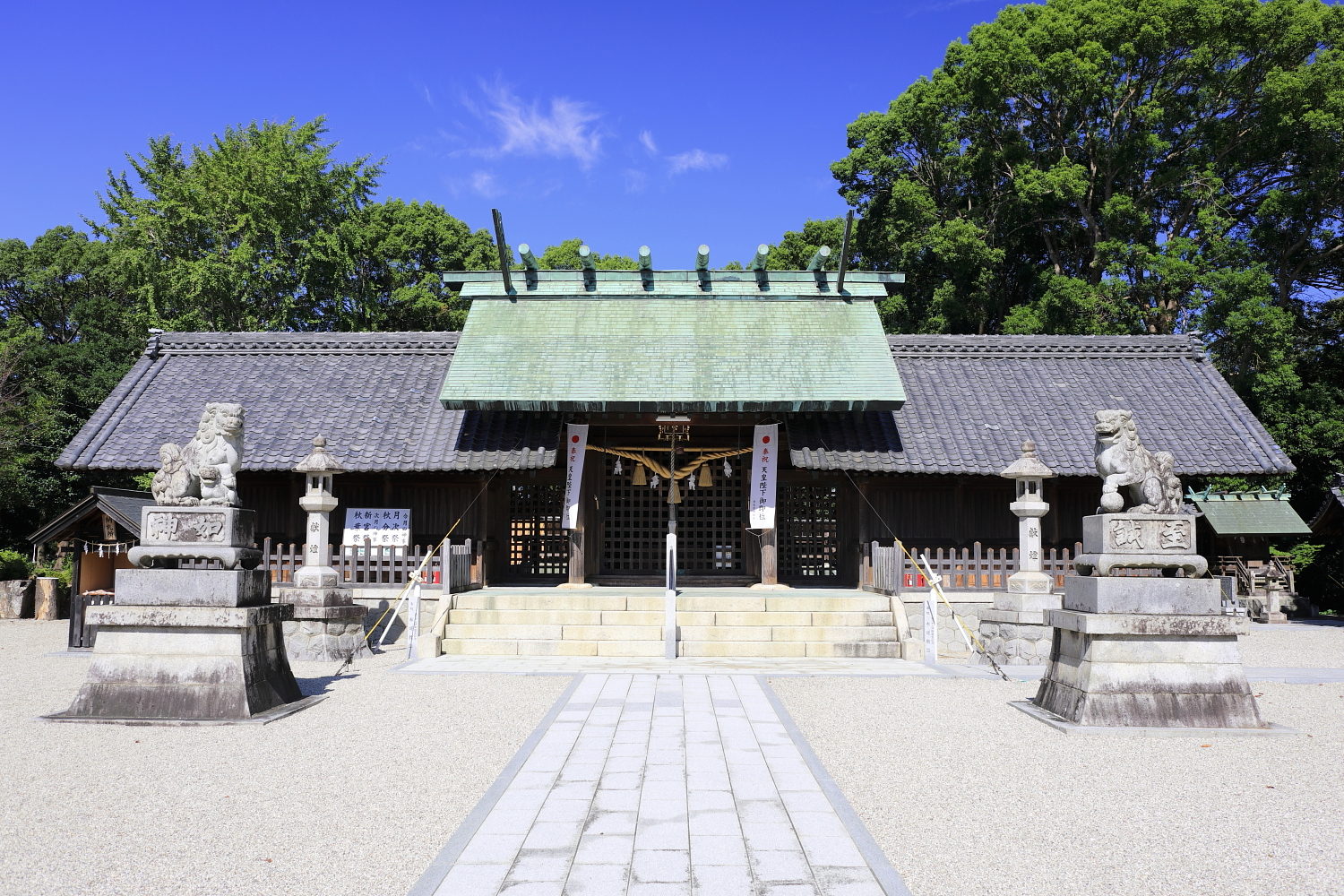
神明宮拝殿 （高岡町、2019年（令和元年）9月）
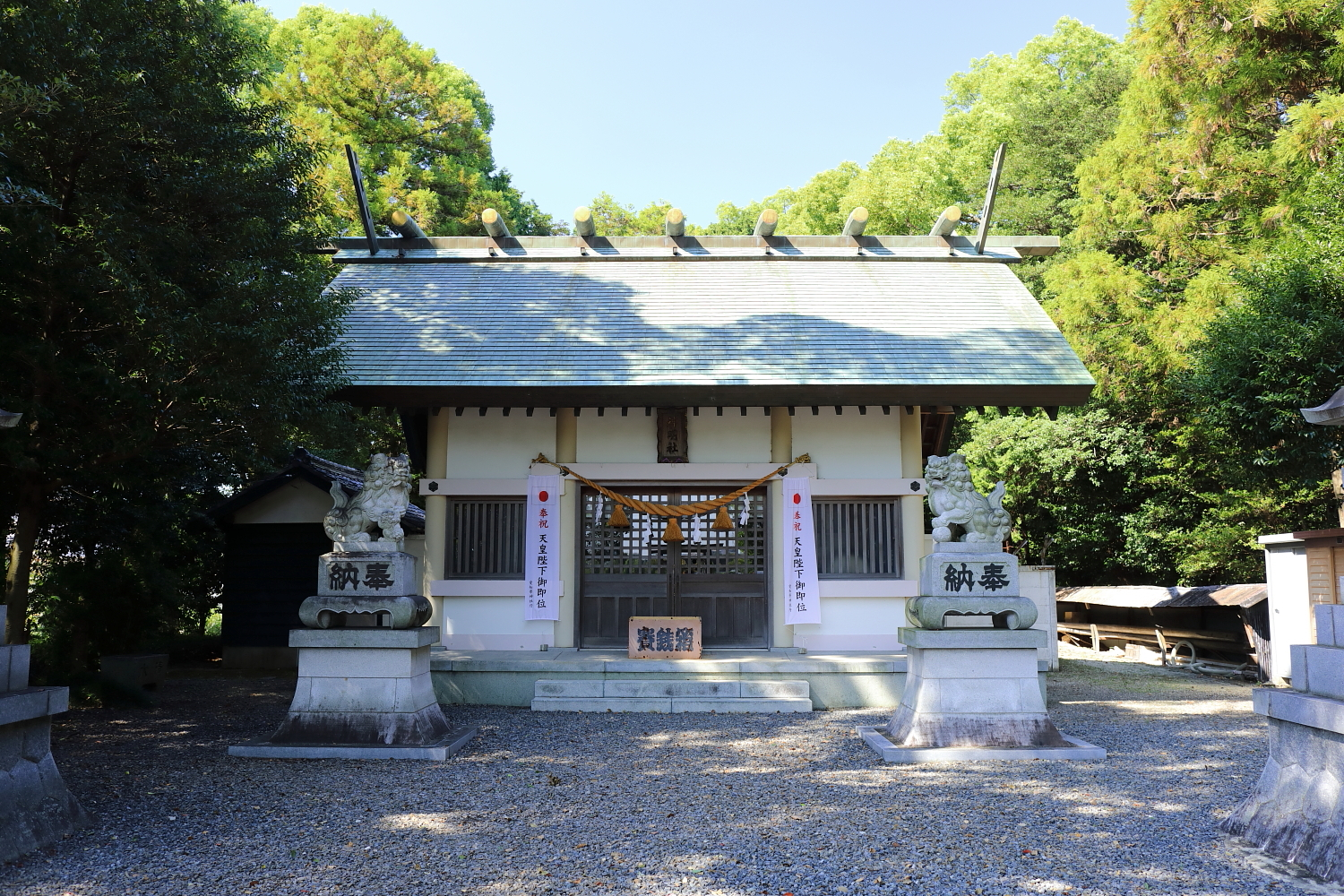
神明社拝殿 （堤町、2019年（令和元年）9月）
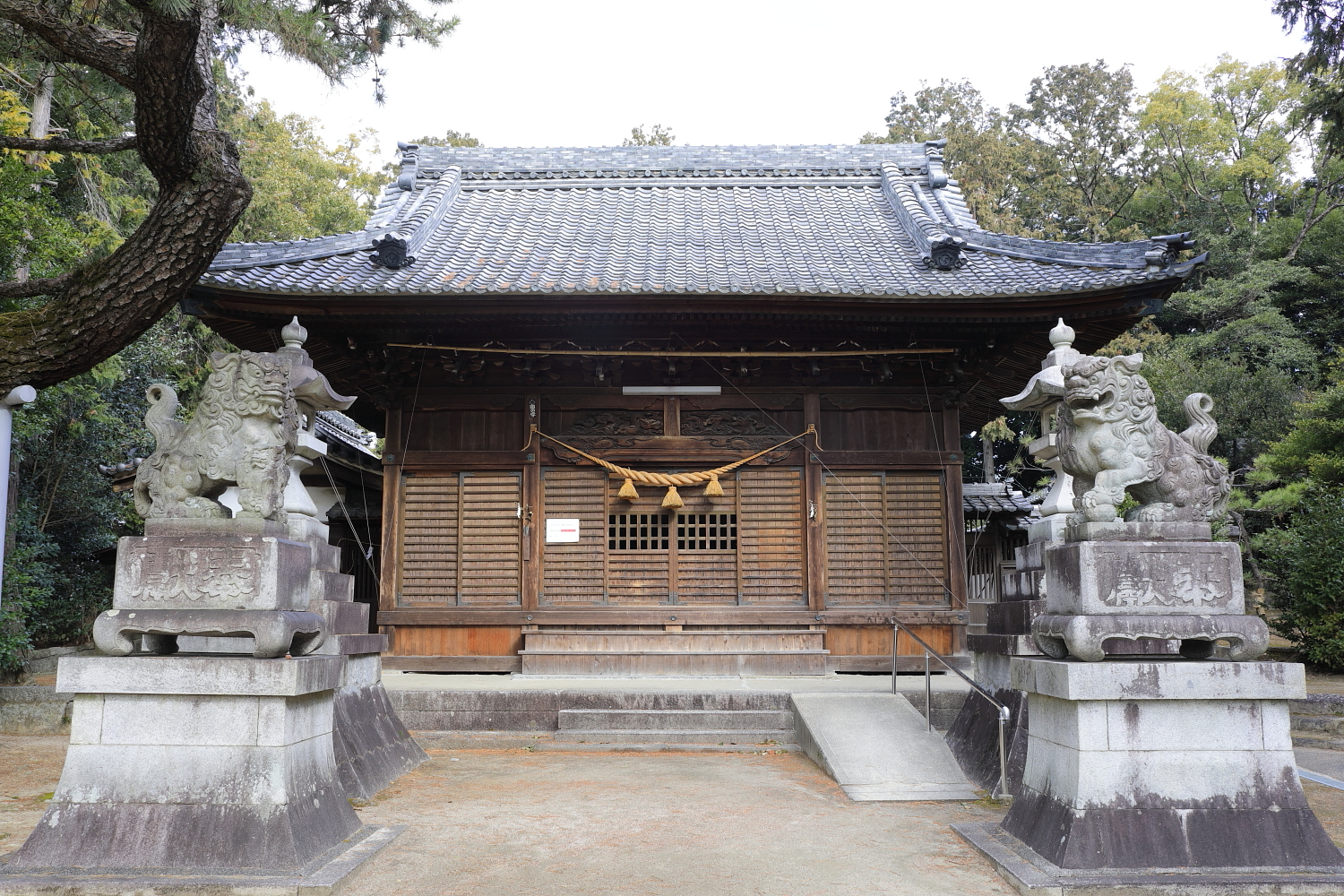
八幡宮拝殿 （吉原町、2019年（平成31年）2月）
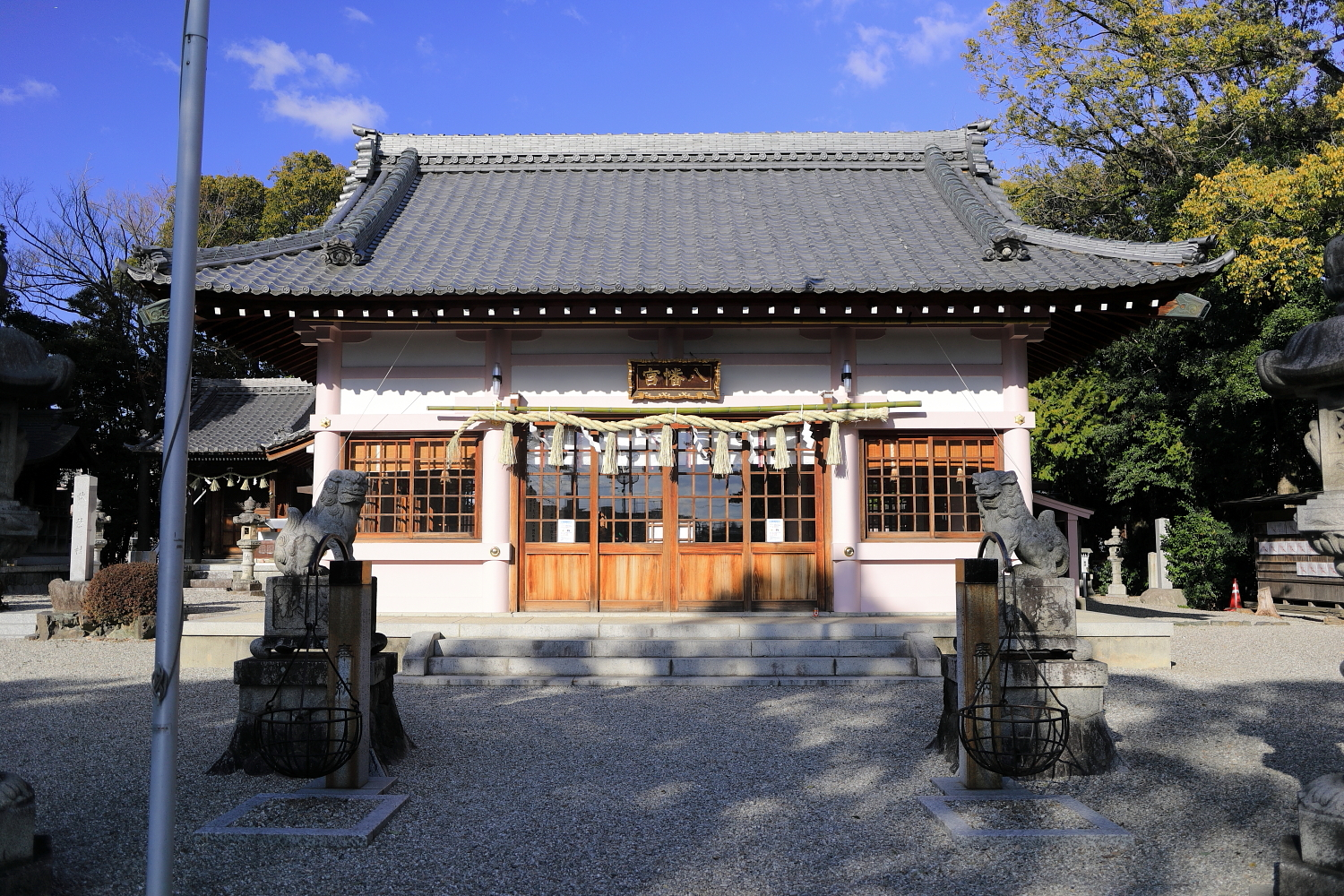
八幡宮拝殿 （若林西町、2019年（平成31年）1月）
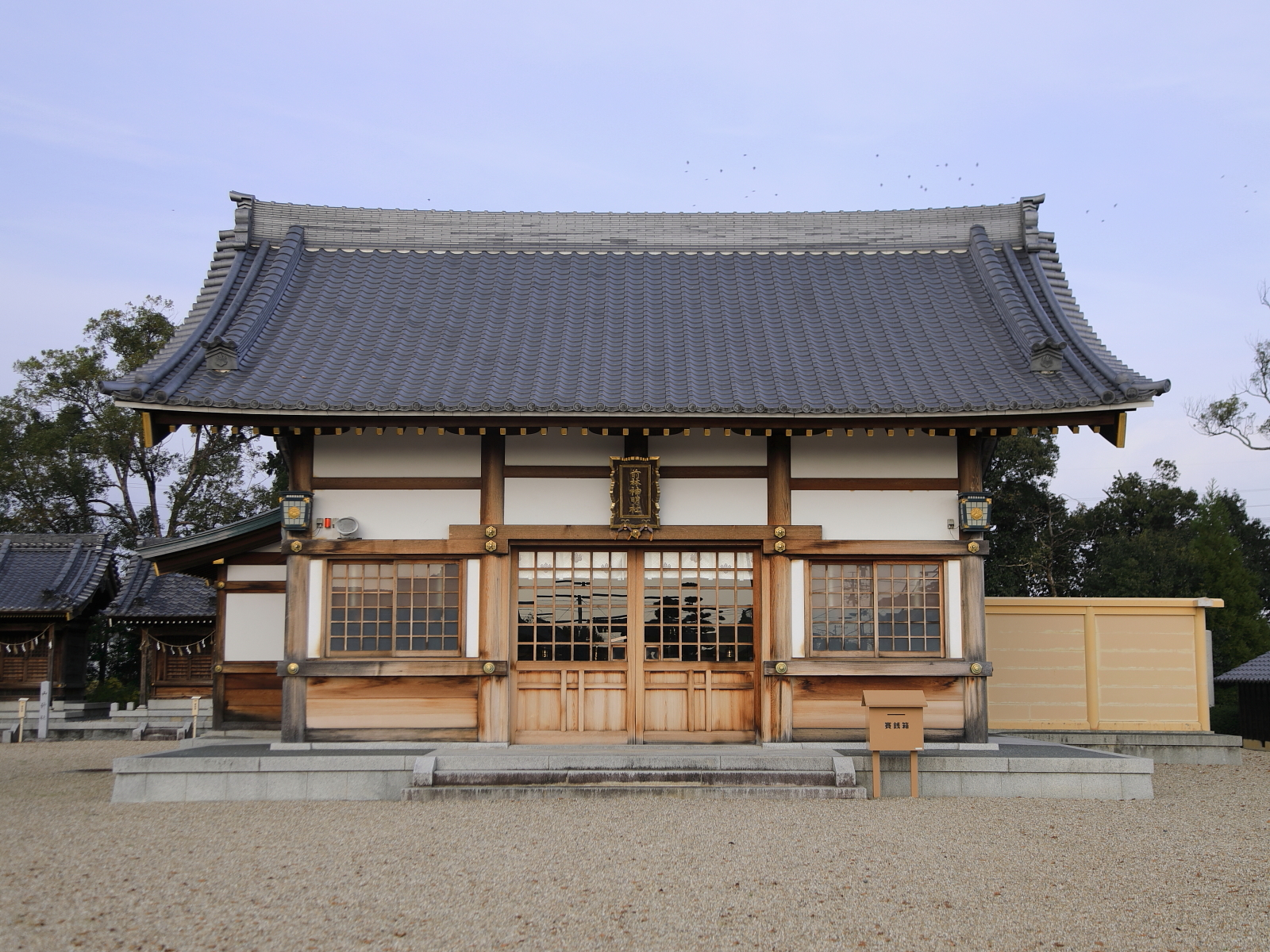
前林神明社拝殿 （前林町、2018年（平成30年）12月）

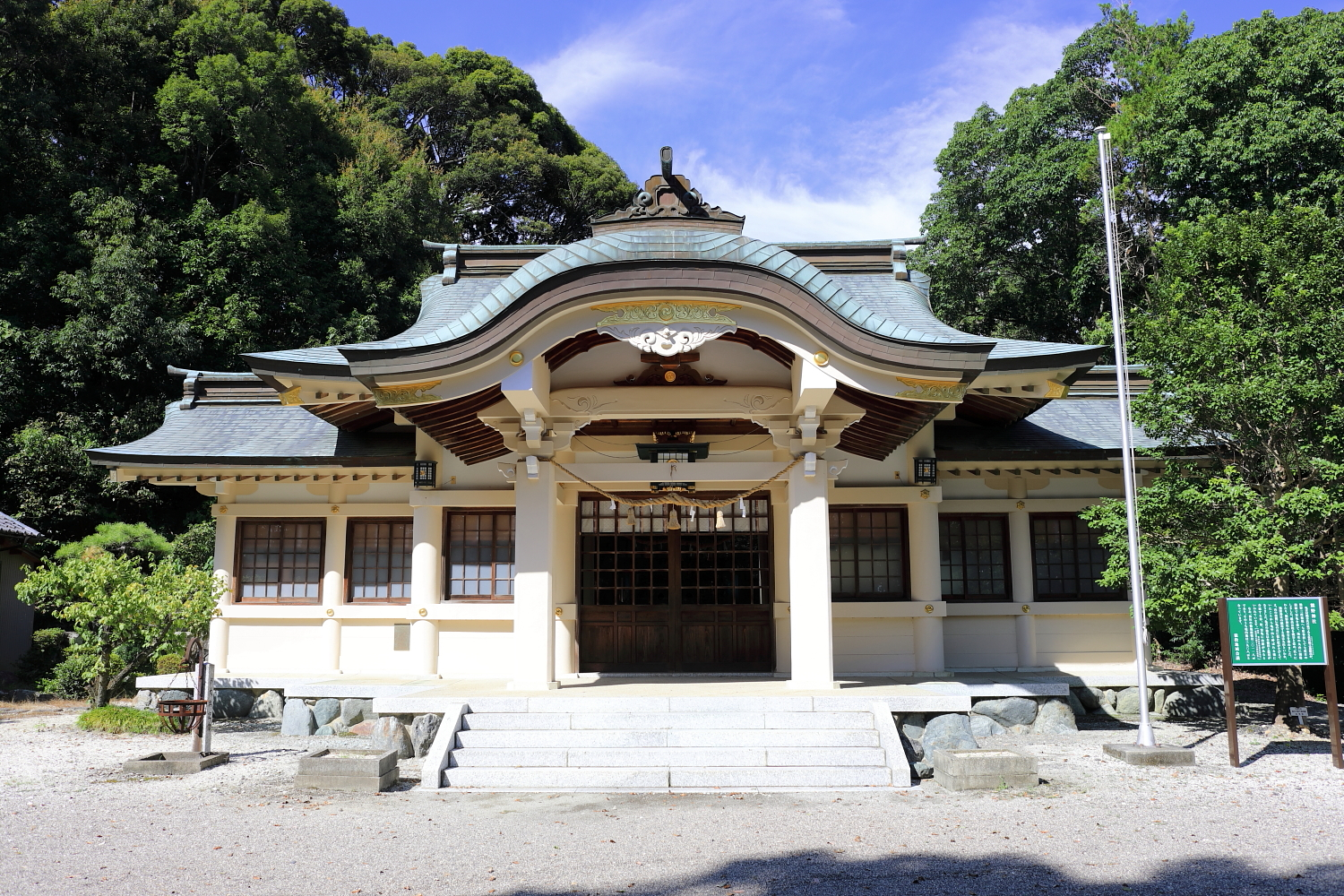
熊野神社拝殿 （亀首町、2019年（令和元年）8月）
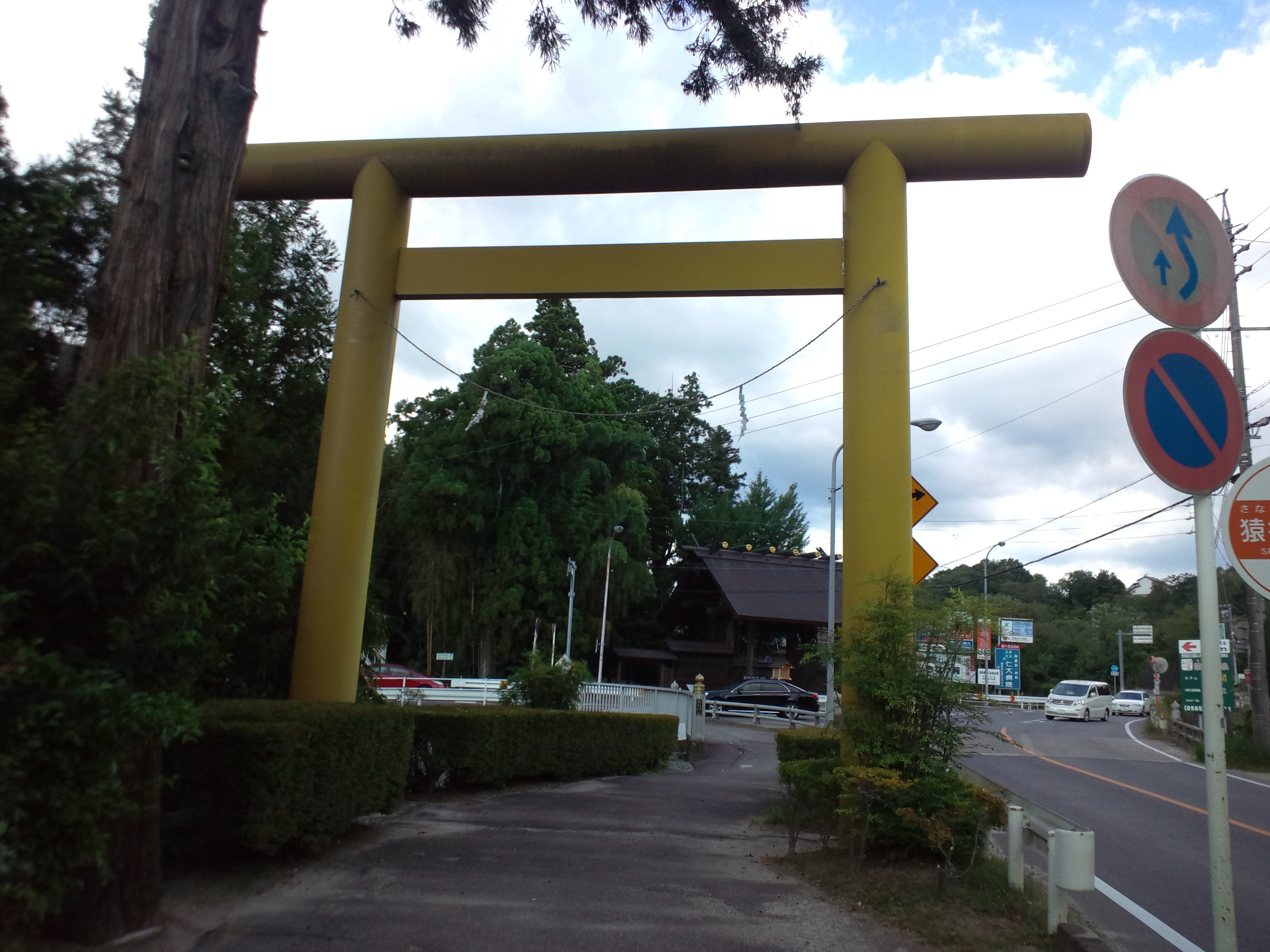
猿投神社鳥居
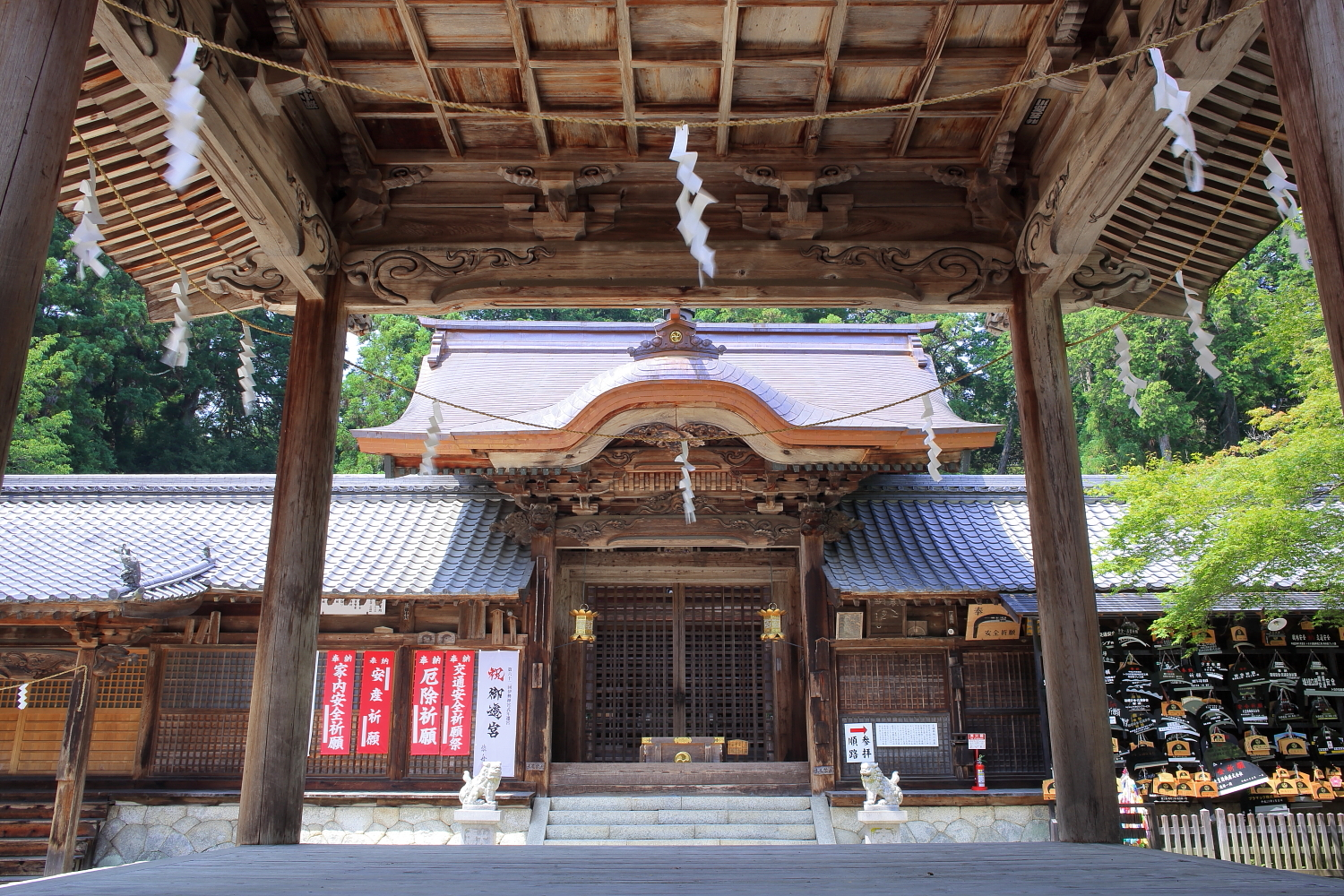
猿投神社拝殿 （猿投町、2013年（平成25年）7月）
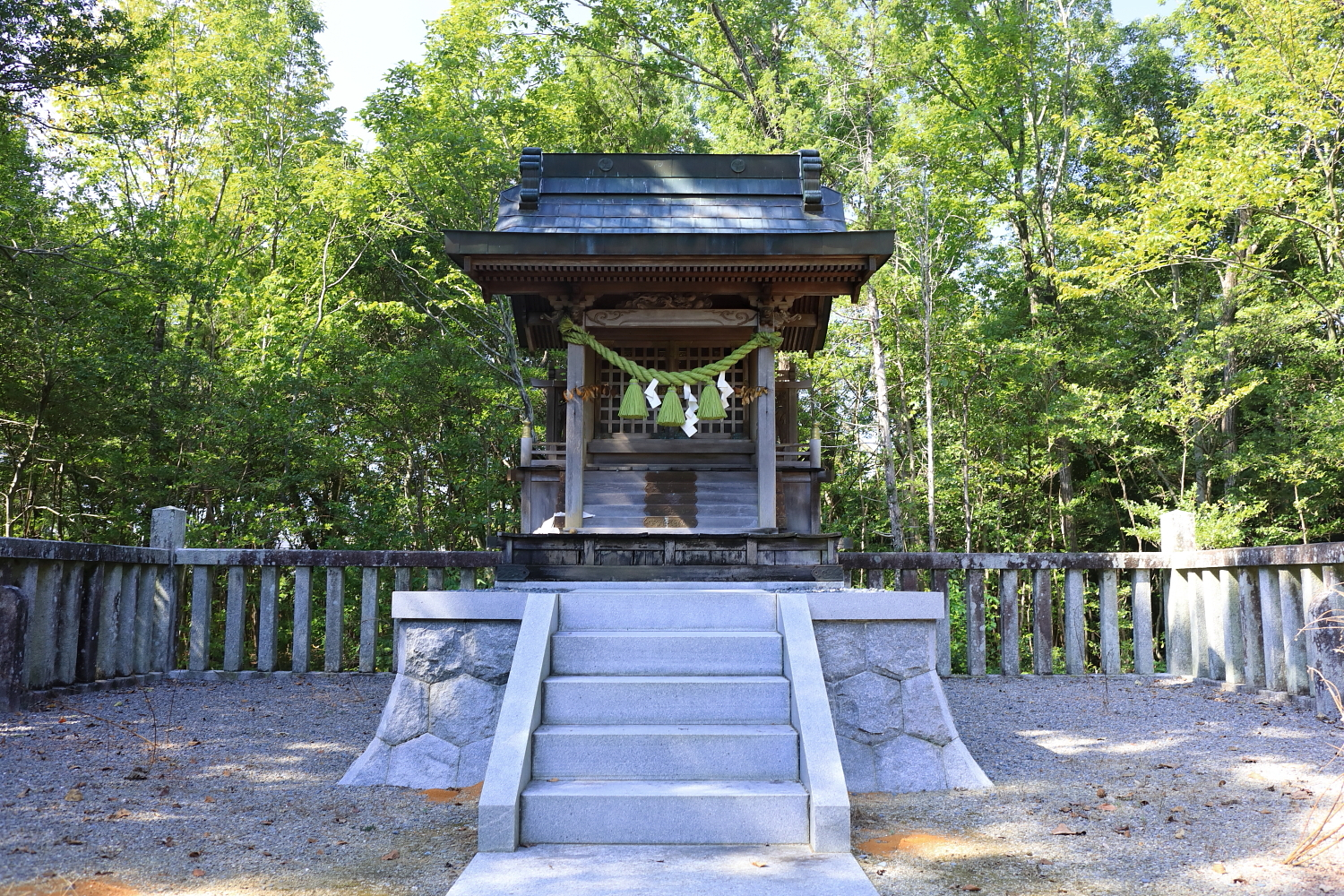
枝下川神社 （平戸橋町、2019年（令和元年）9月）
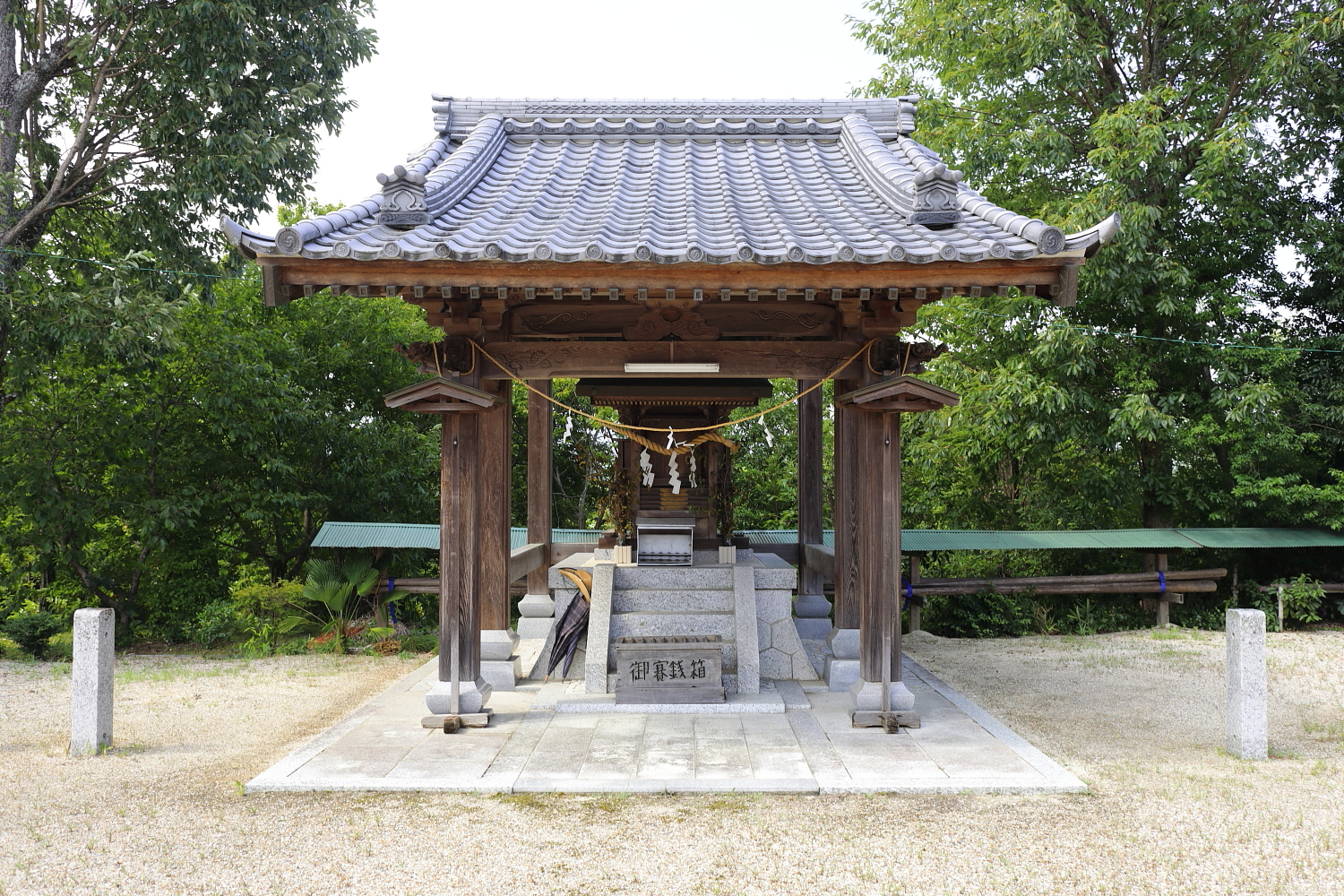
津島神社 （御船町、2019年（令和元年）8月）
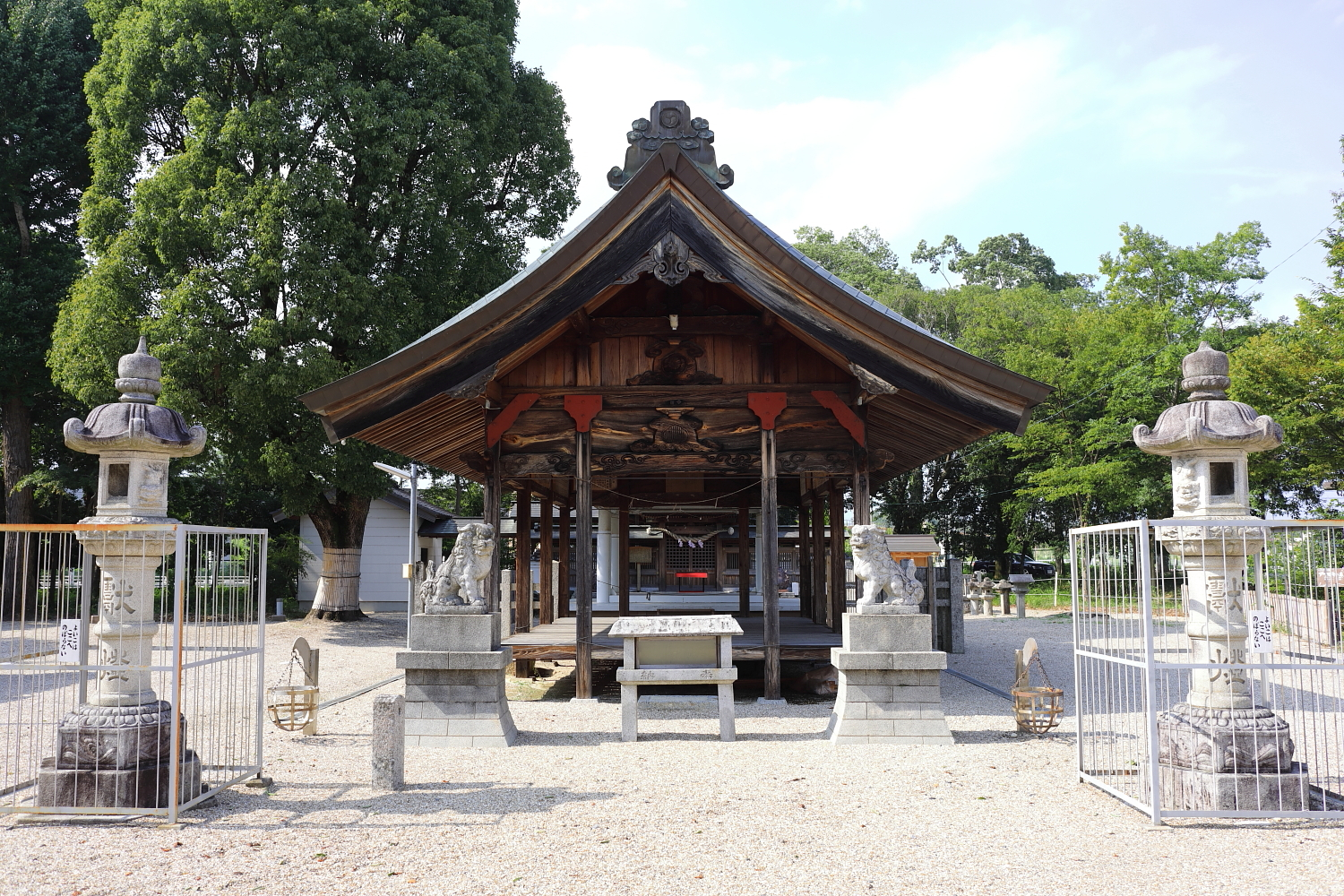
灰宝神社拝殿 （越戸町、2019年（令和元年）8月）
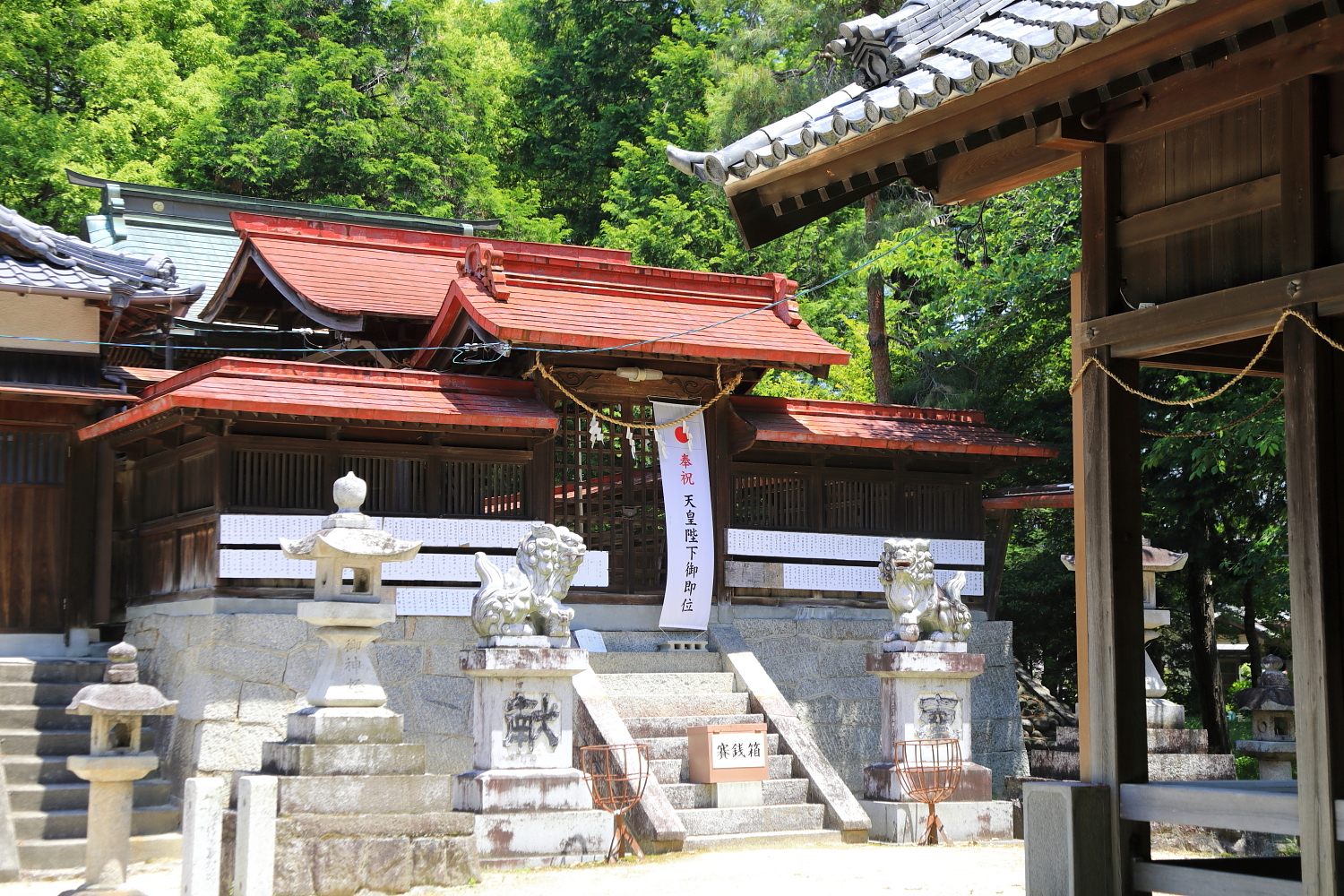
兵主神社中門 （荒井町、2019年（令和元年）5月）
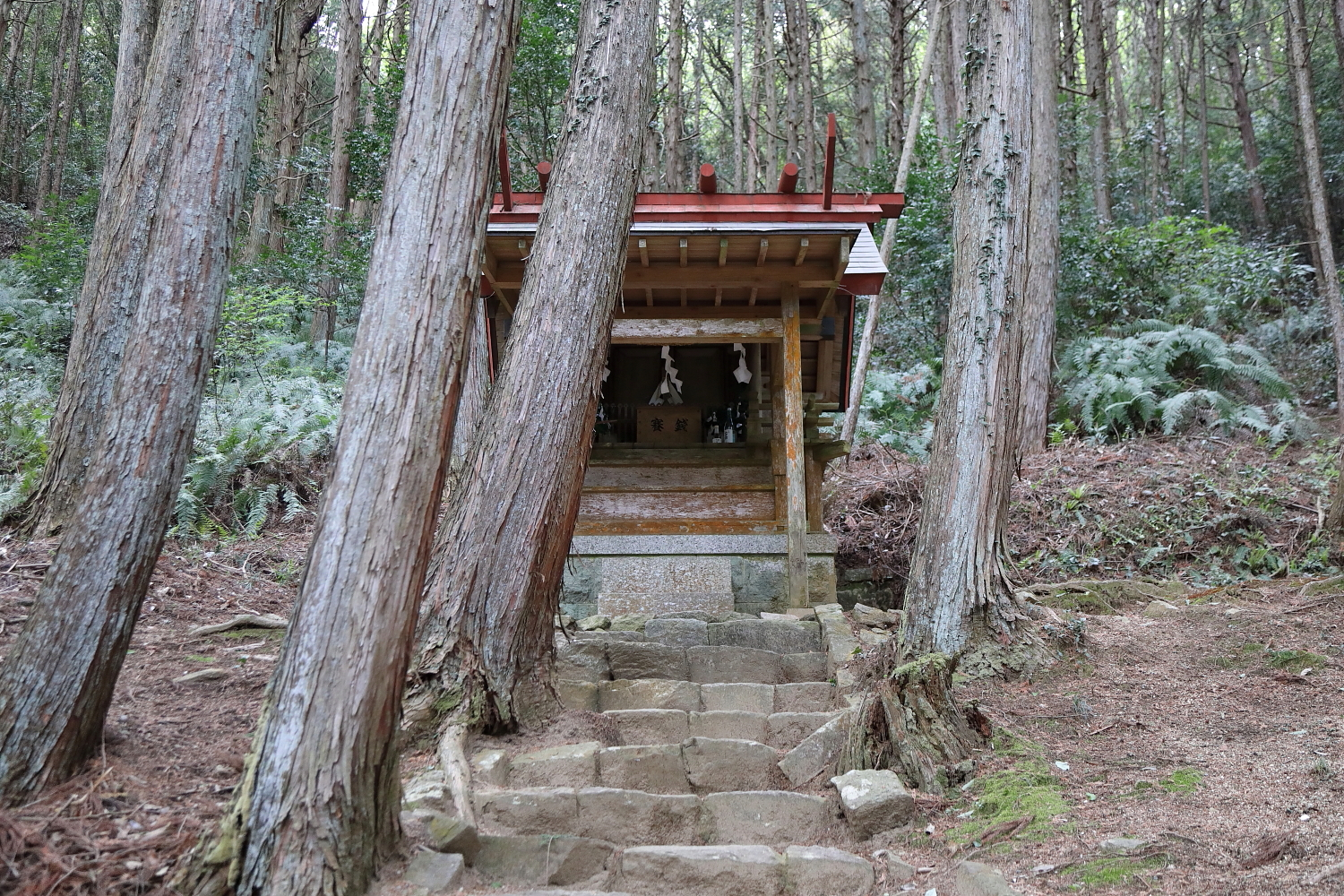
広沢神社（広沢天神） （猿投町、2019年（平成31年）4月）
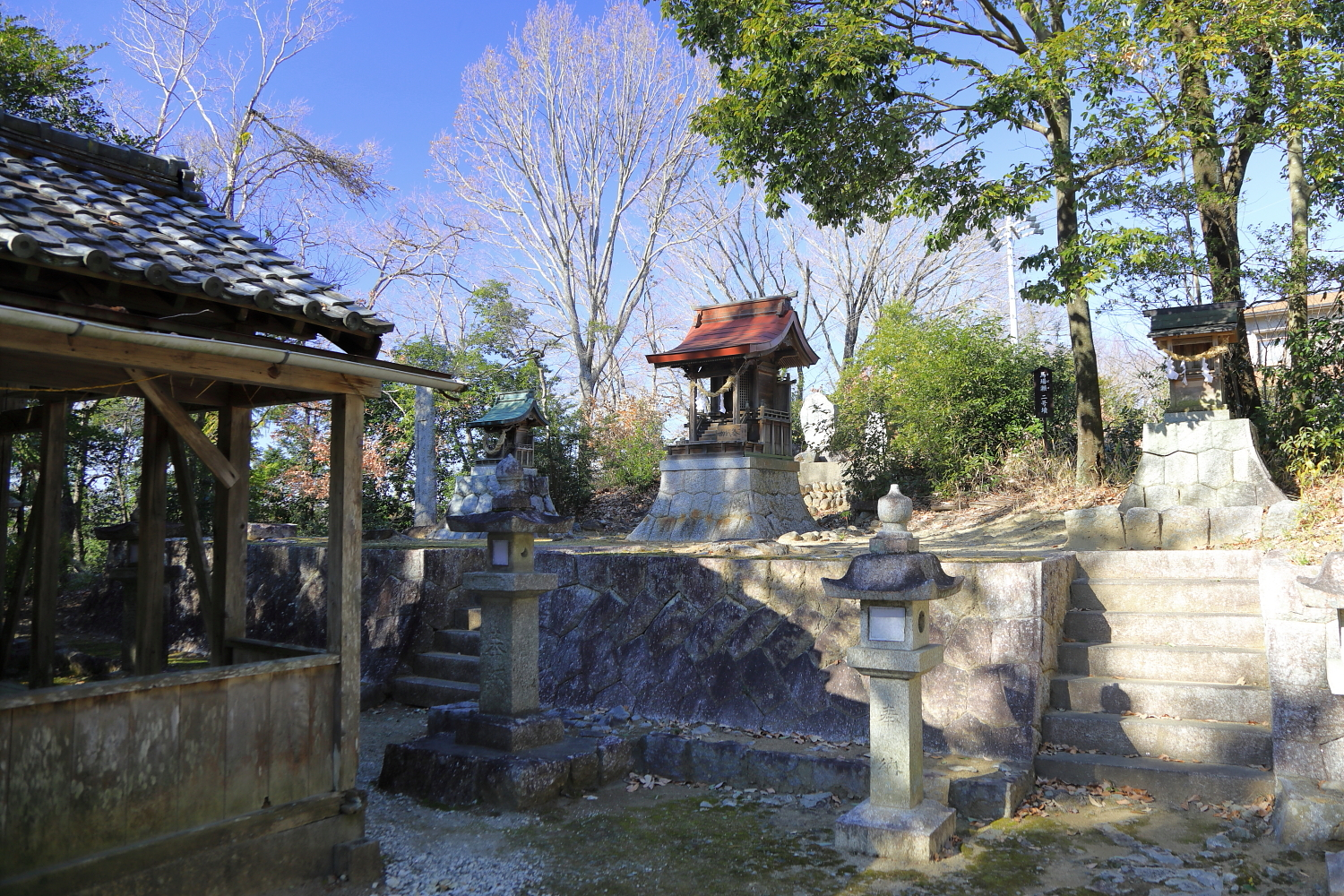
馬場瀬神社 （平戸橋町、2019年（平成31年）1月）
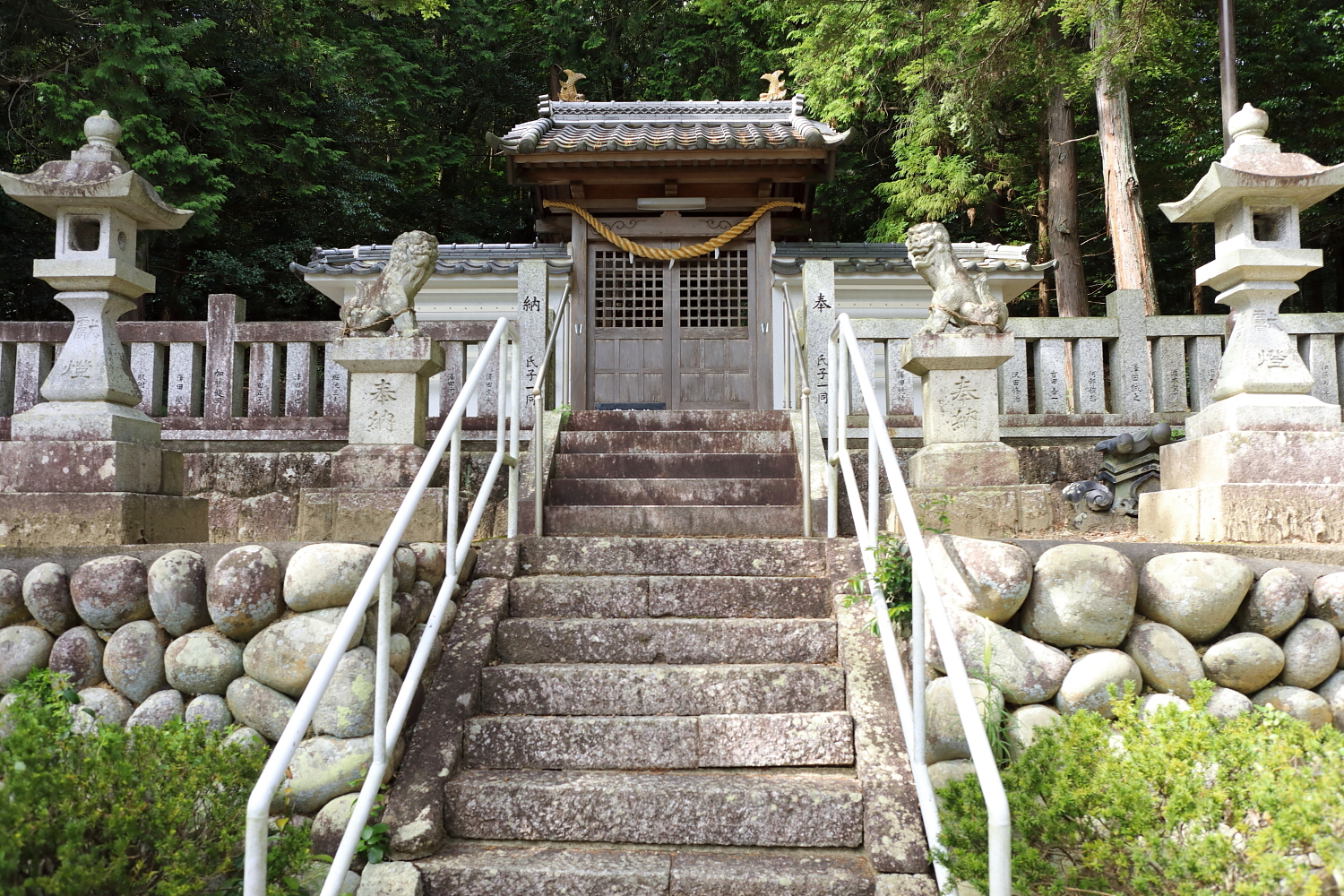
八柱神社中門 （御船町、2019年（令和元年）8月）

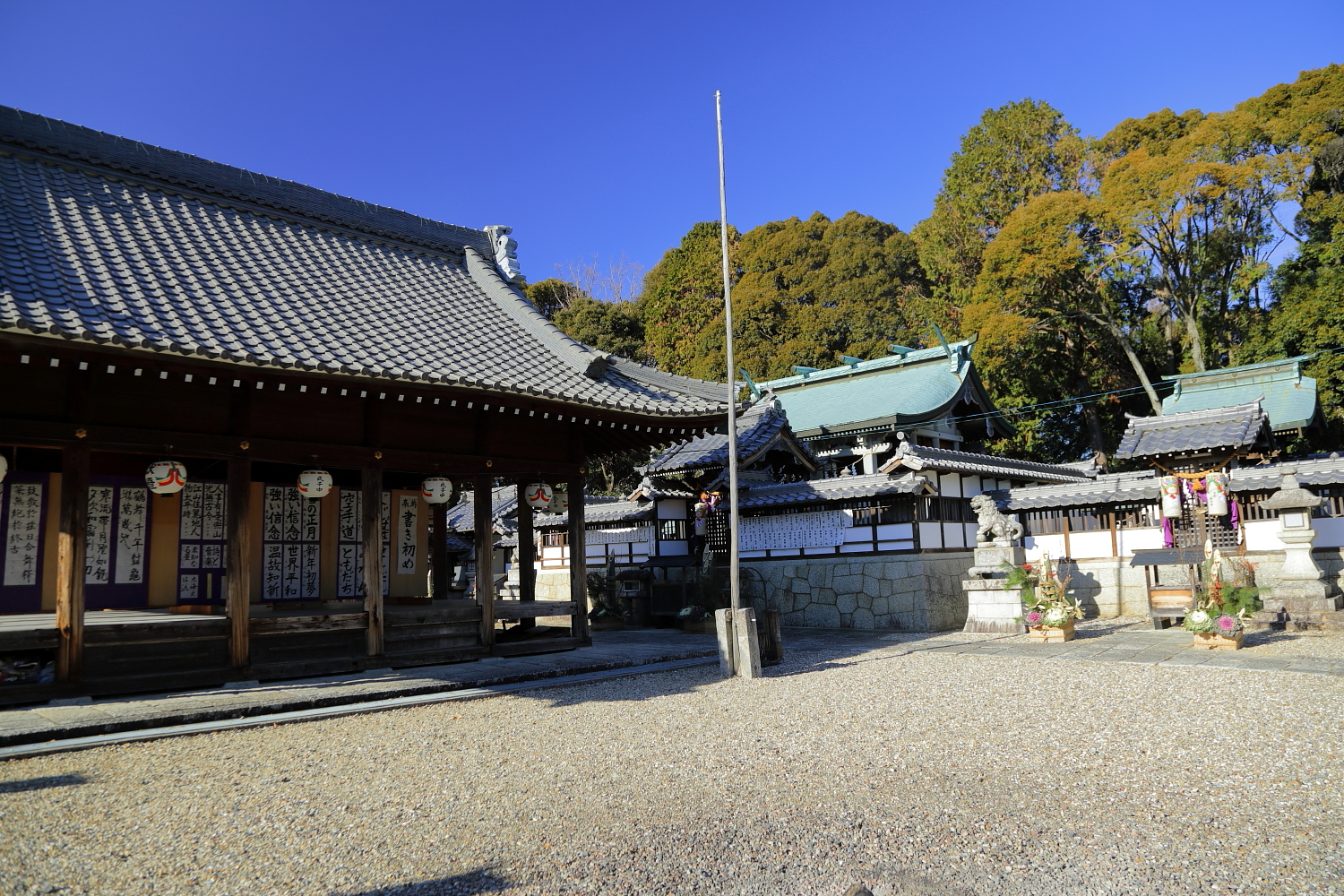
射穂神社境内 （保見町、2019年（平成31年）1月）
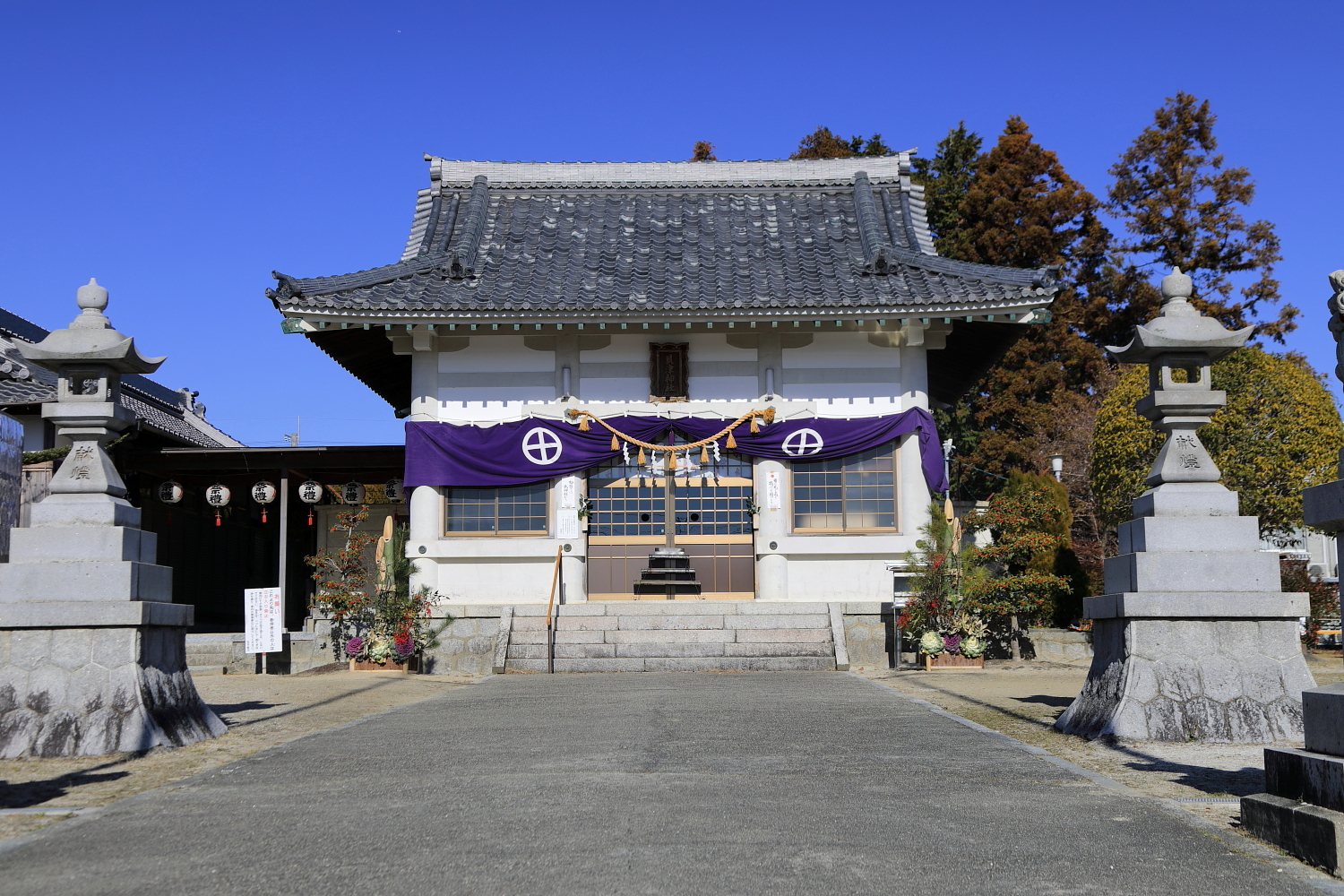
貝津神社拝殿 （貝津町、2019年（平成31年）1月）
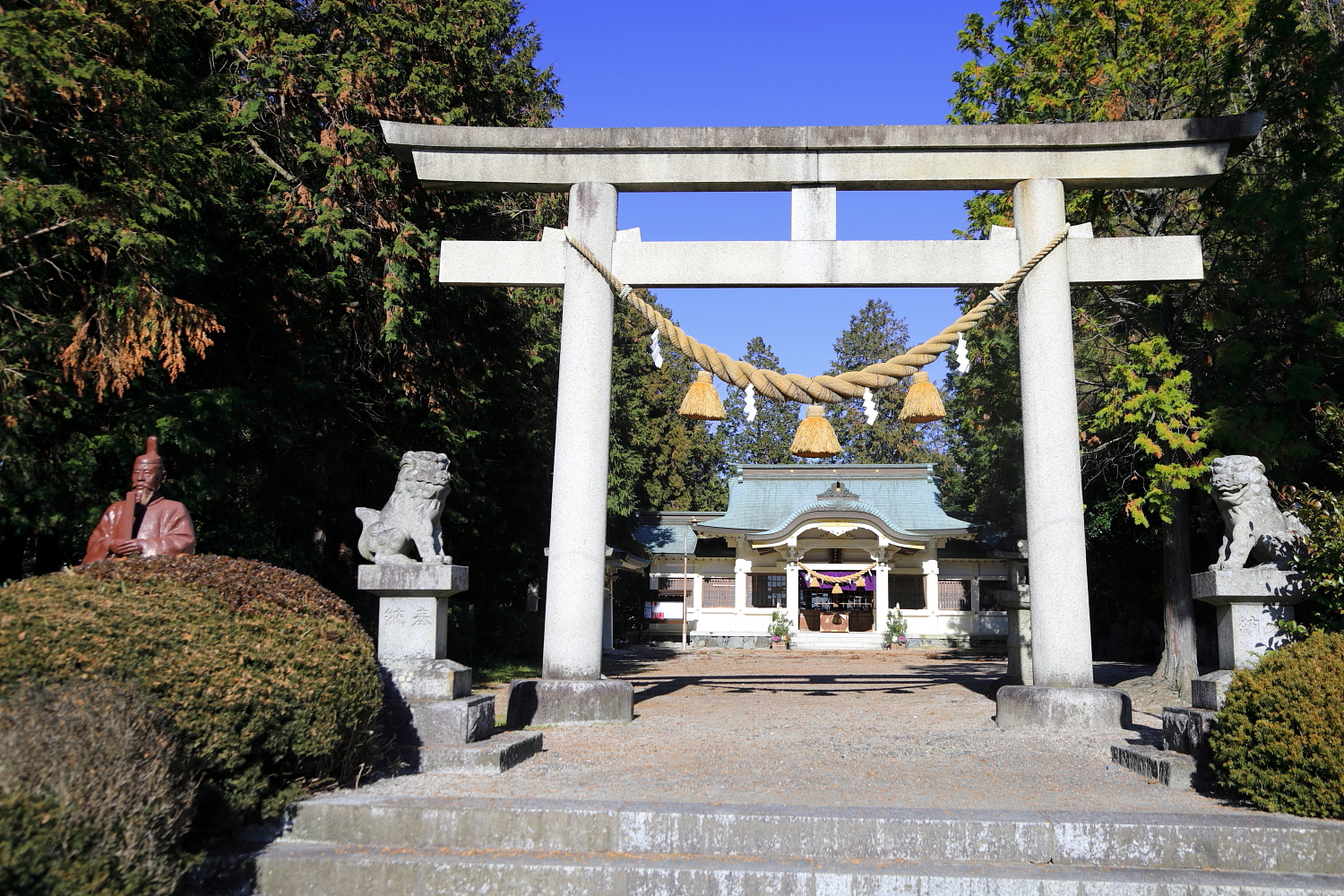
貴船神社境内 （東保見町、2019年（平成31年）1月）
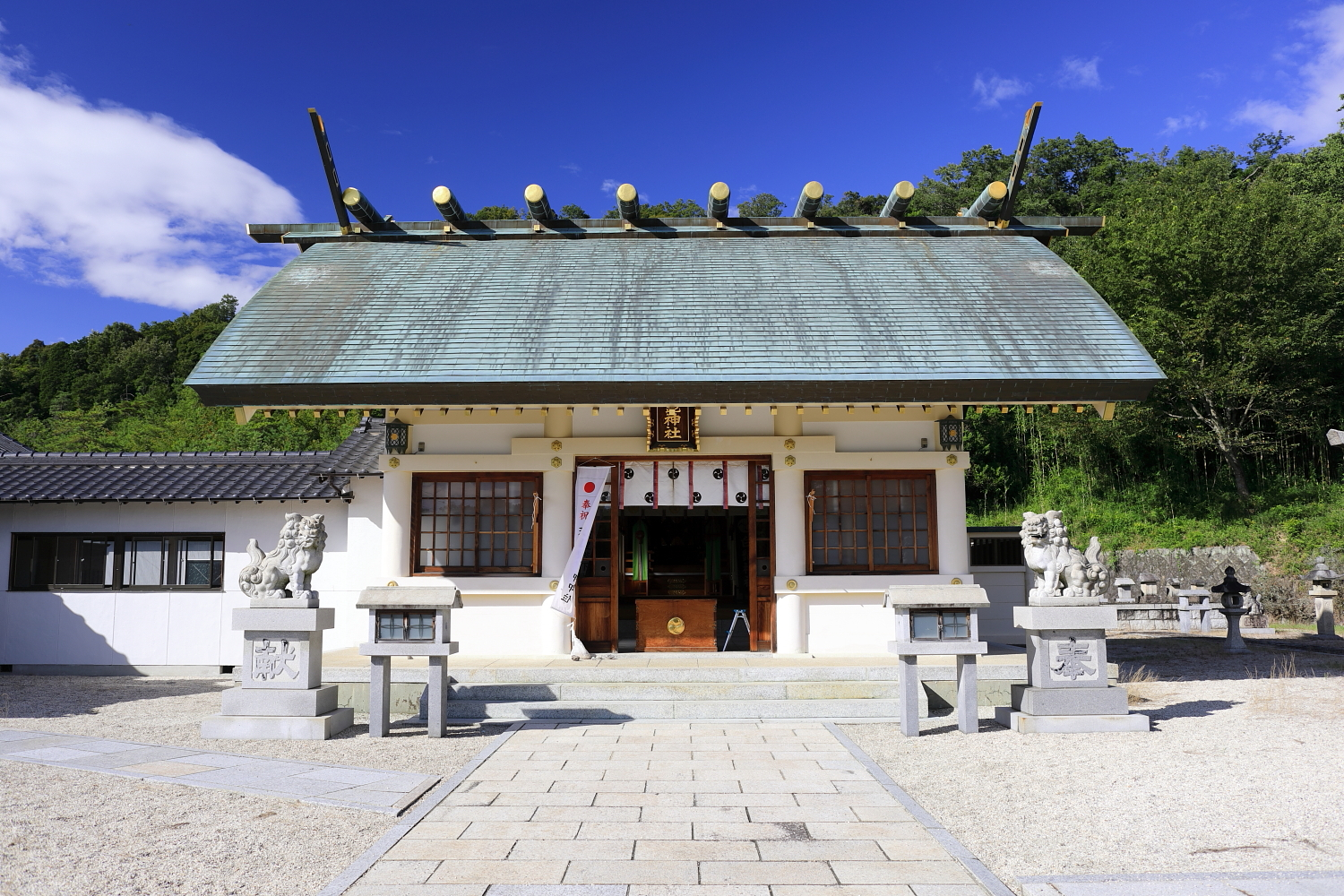
白髭神社拝殿 （大畑町、2019年（令和元年）8月）
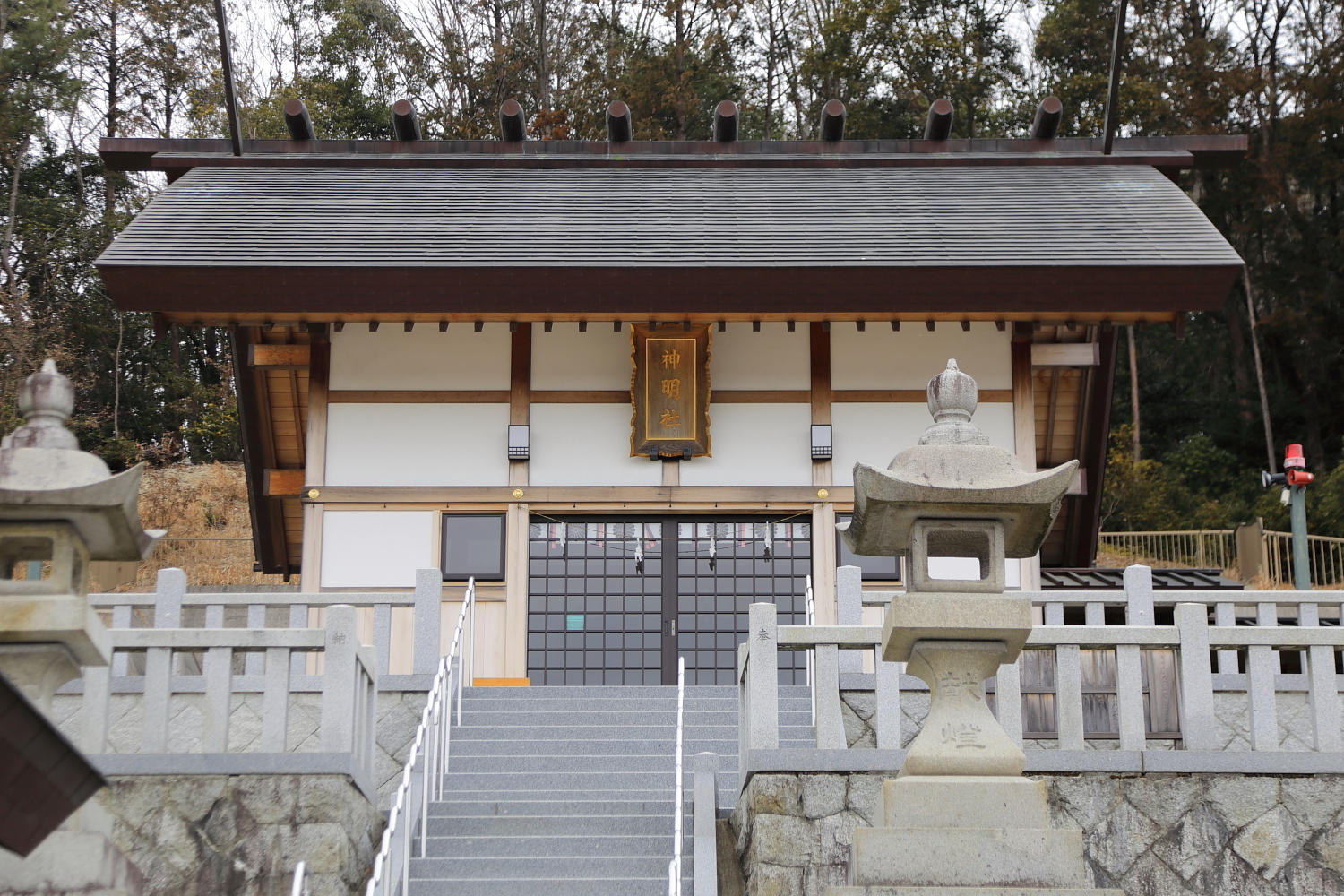
神明社拝殿 （田籾町、2019年（平成31年）2月）
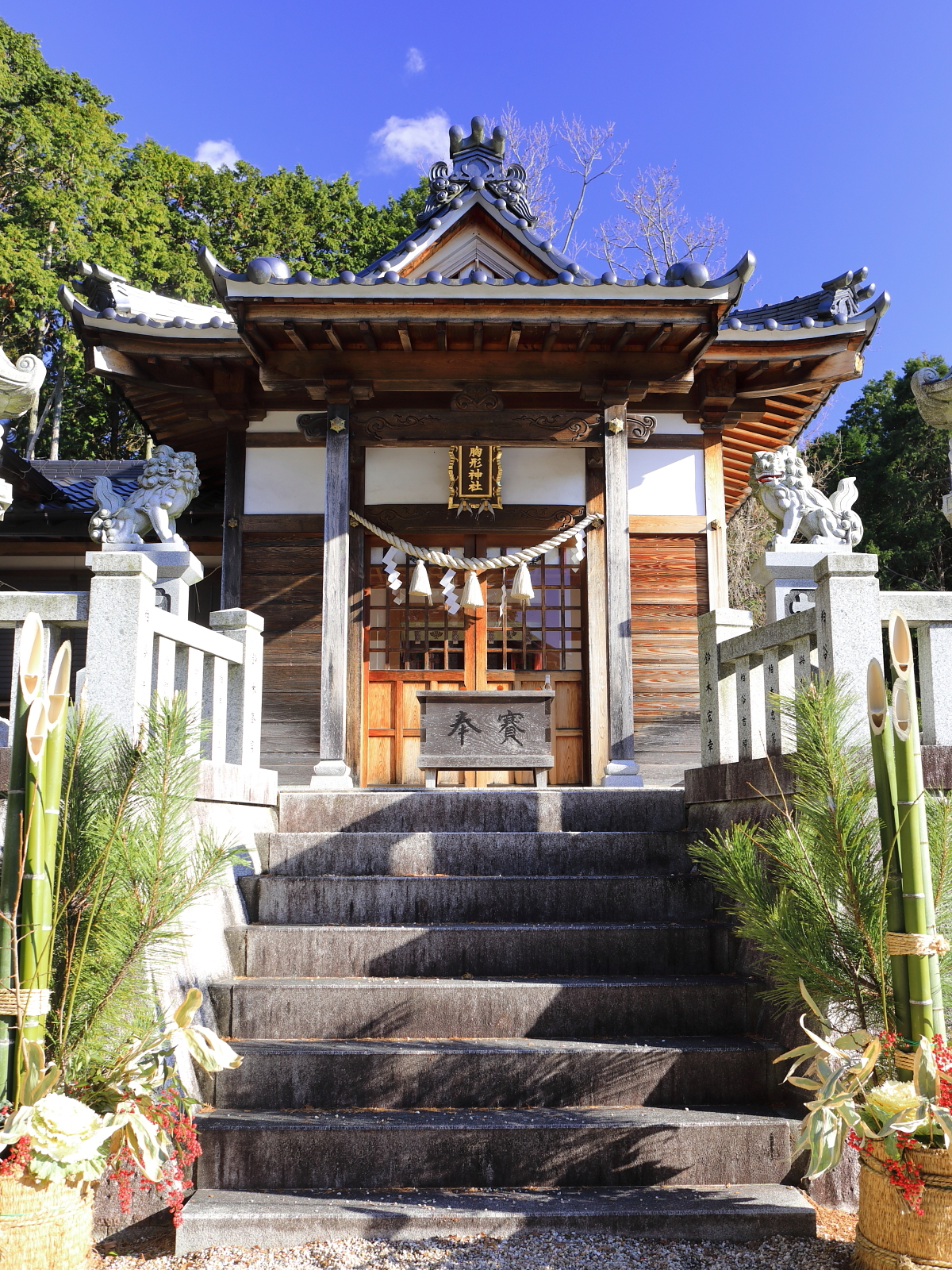
胸形神社拝殿 （八草町、2019年（平成31年）1月）
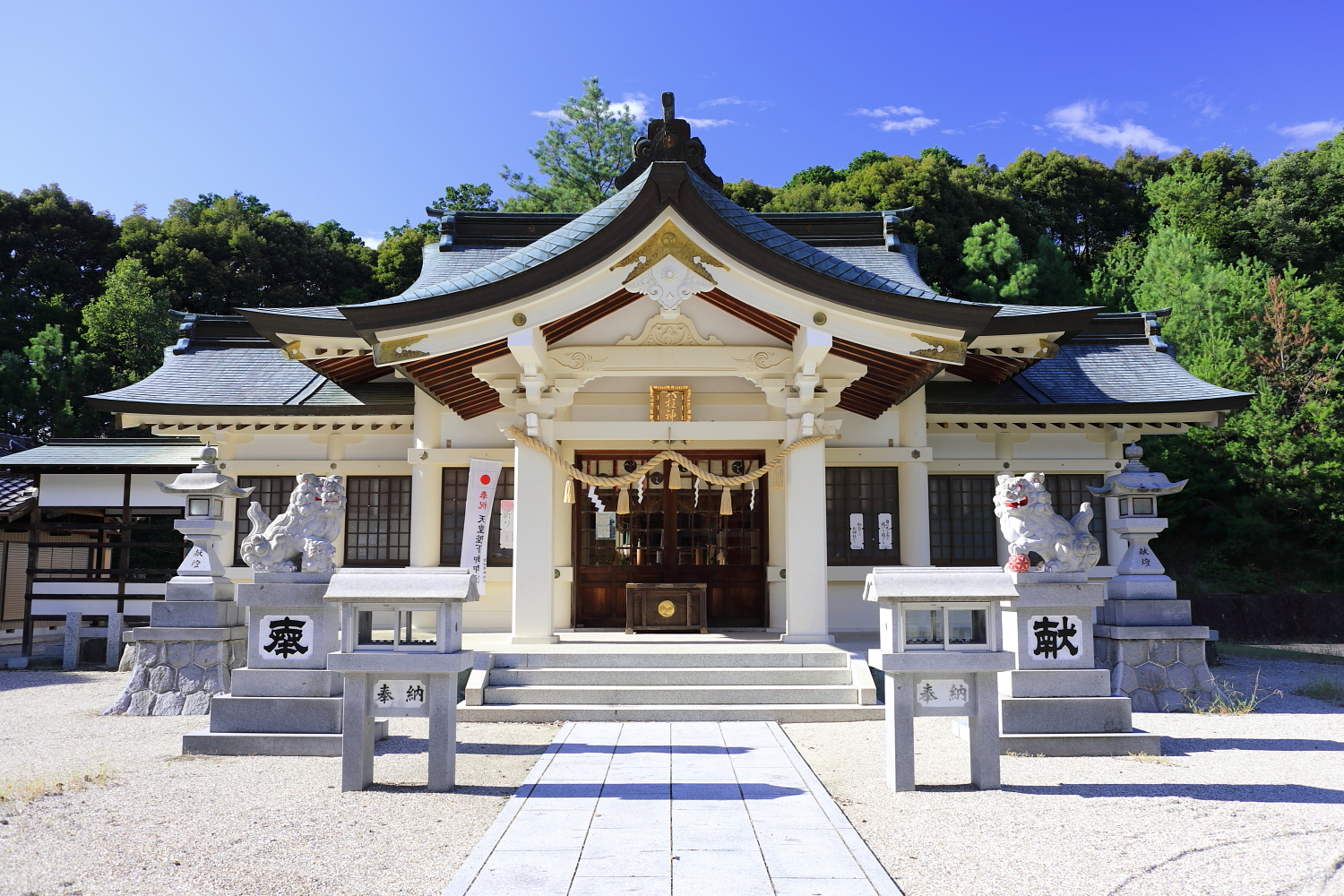
八柱神社拝殿 （篠原町、2019年（令和元年）8月）

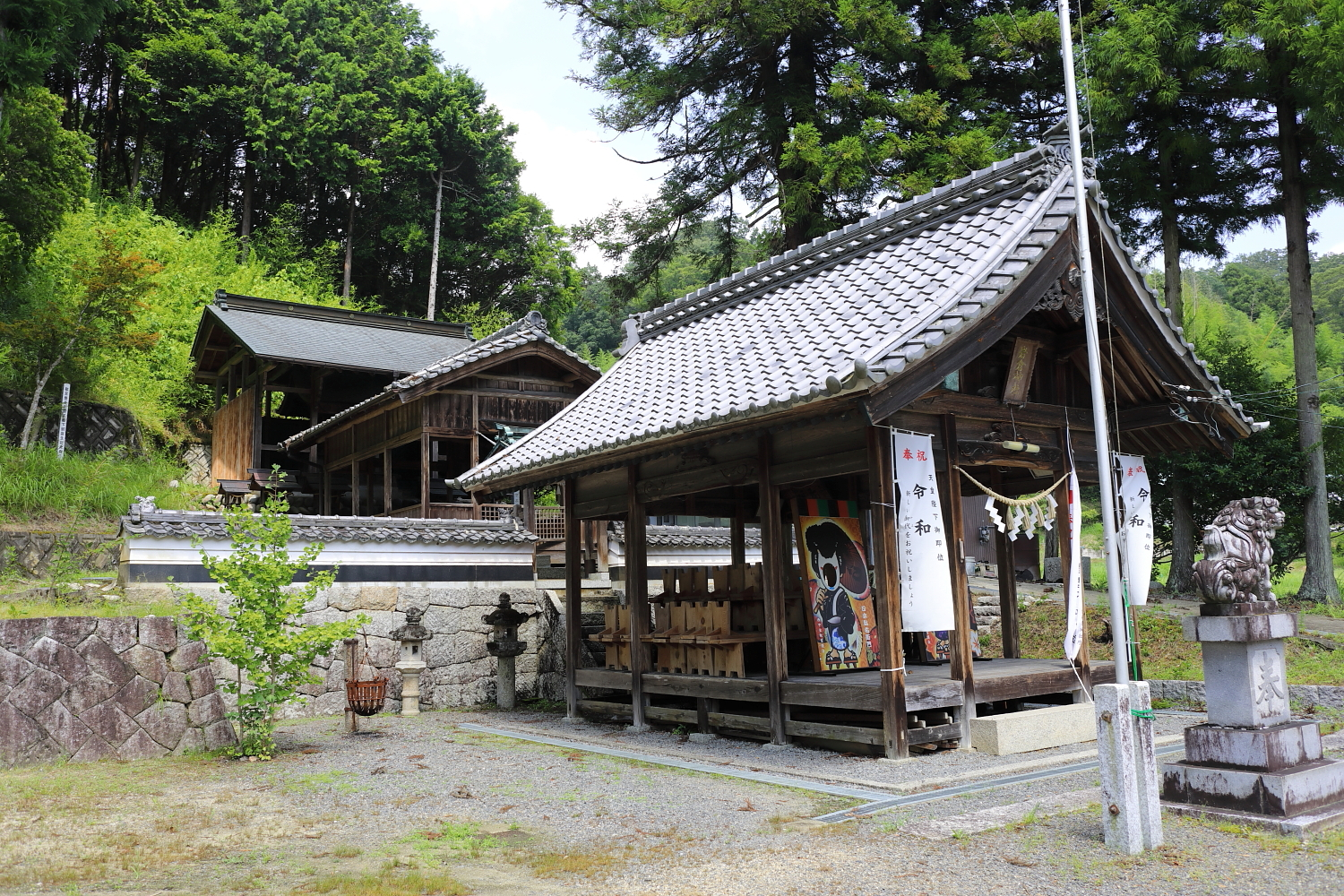
岩倉神社境内 （中金町、2019年（令和元年）8月）
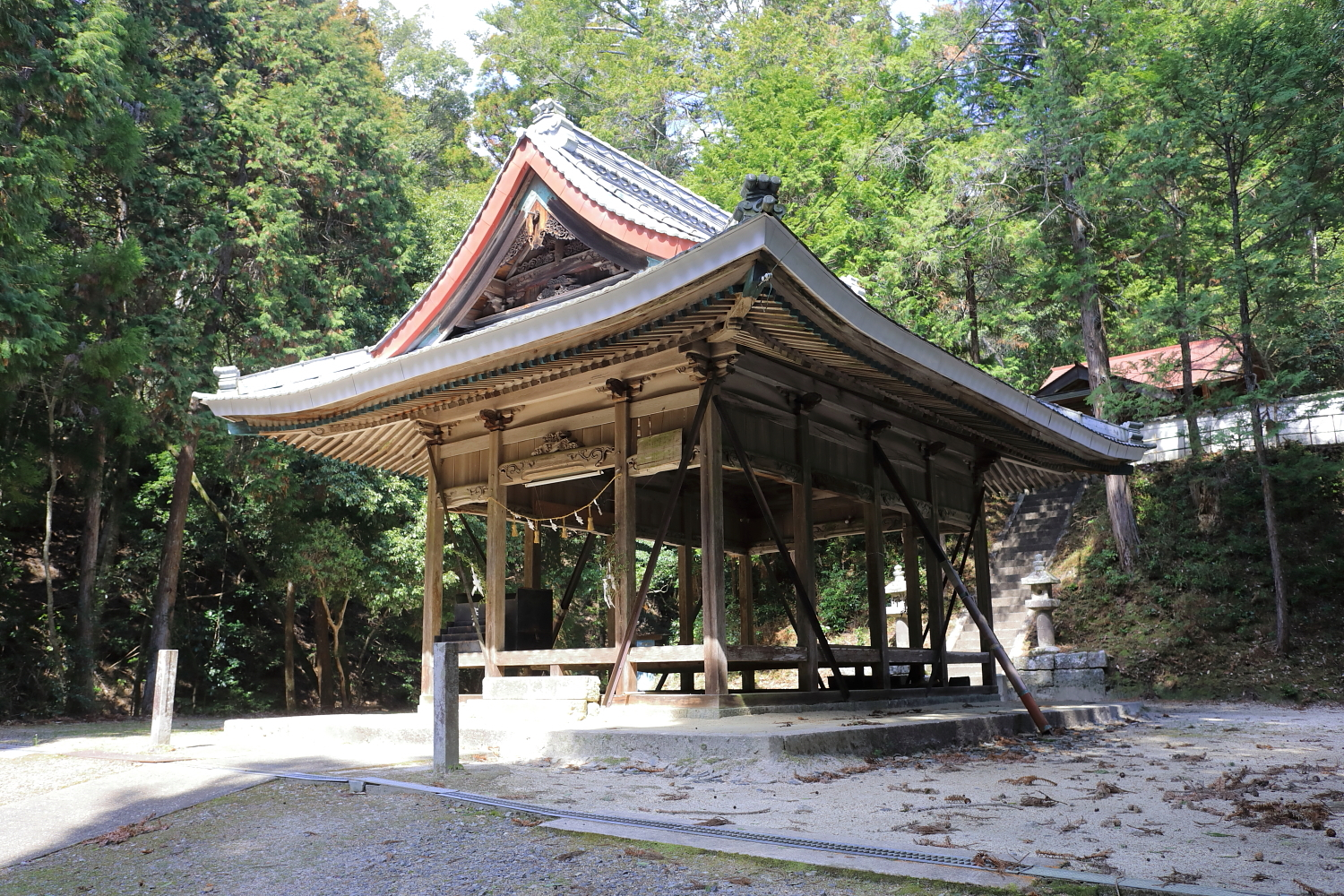
野神社（埜神社）境内 （野口町、2019年（平成31年）4月）

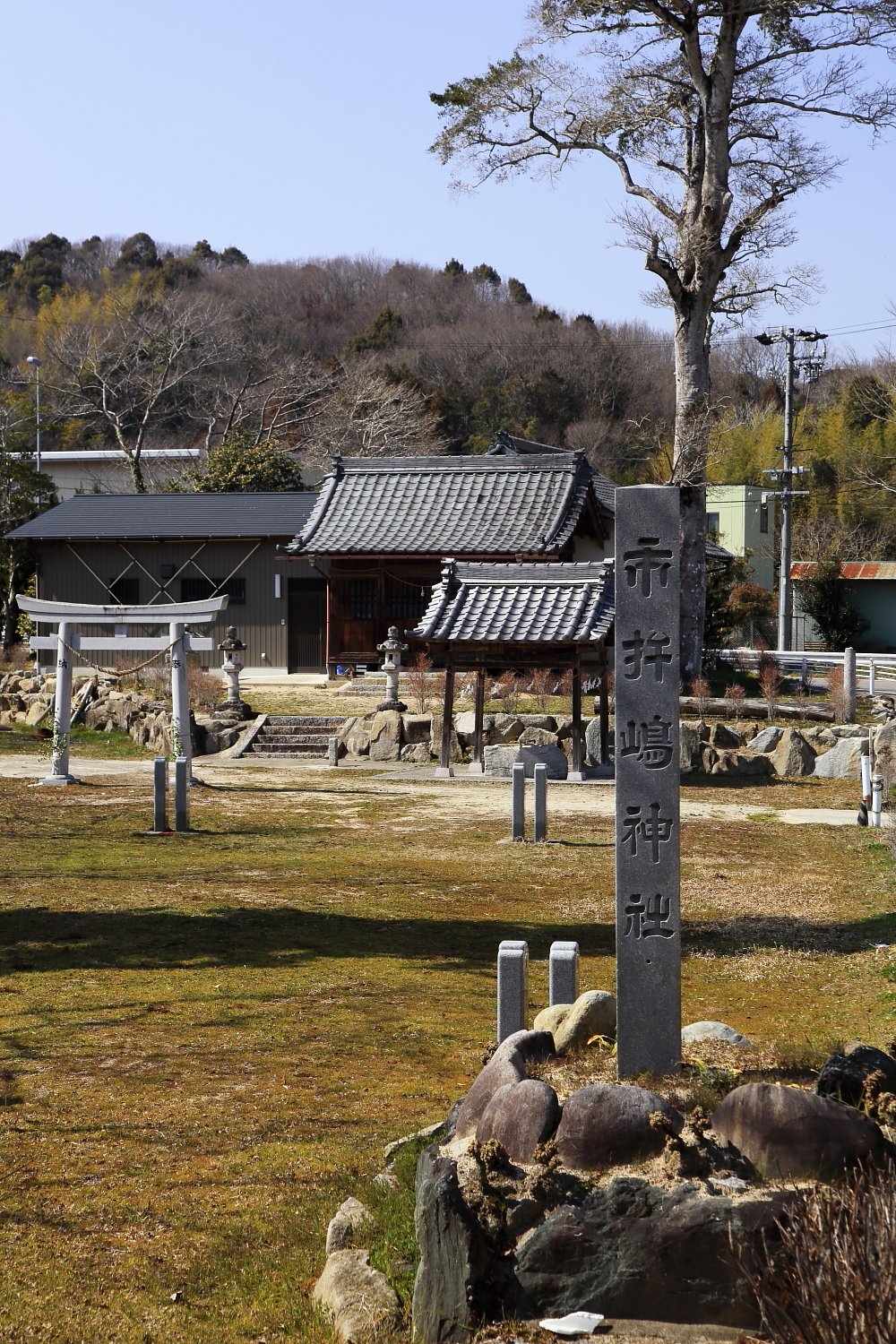
市杵嶋神社 （中垣内町、2011年（平成23年）3月）
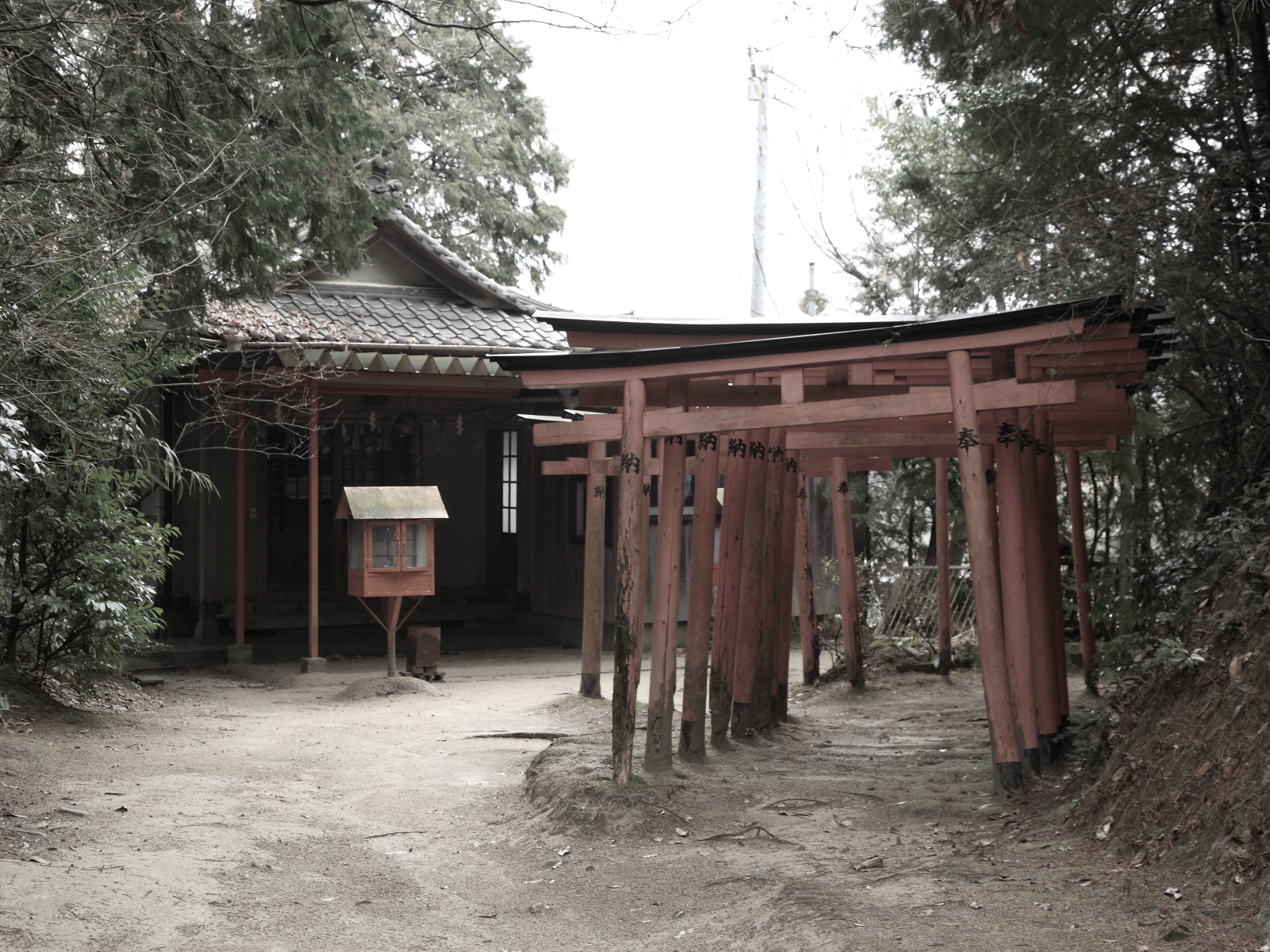
稲荷大神 （松平町、2012年（平成24年）3月）
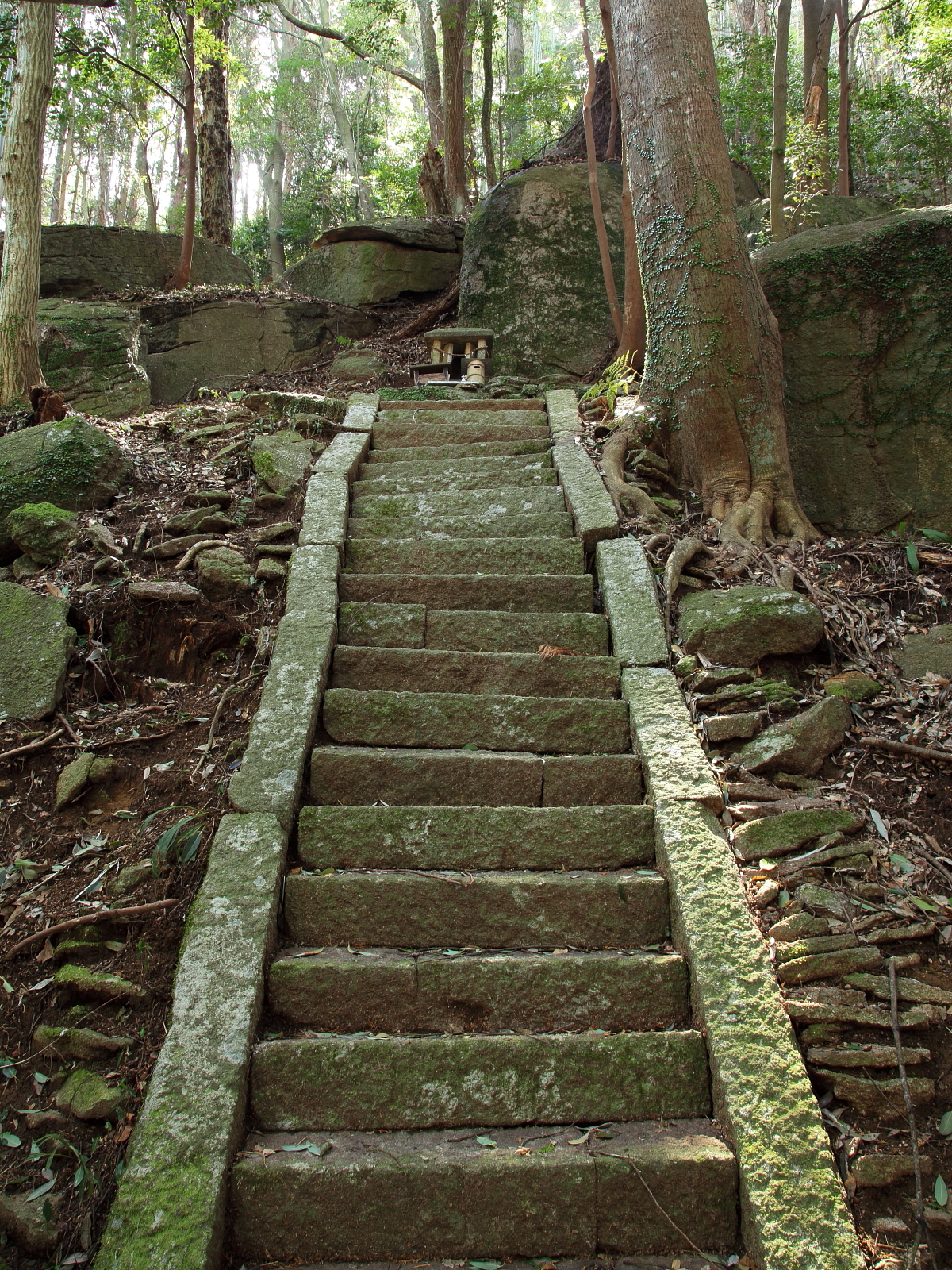
古六所神社 （坂上町、2012年（平成24年）3月）
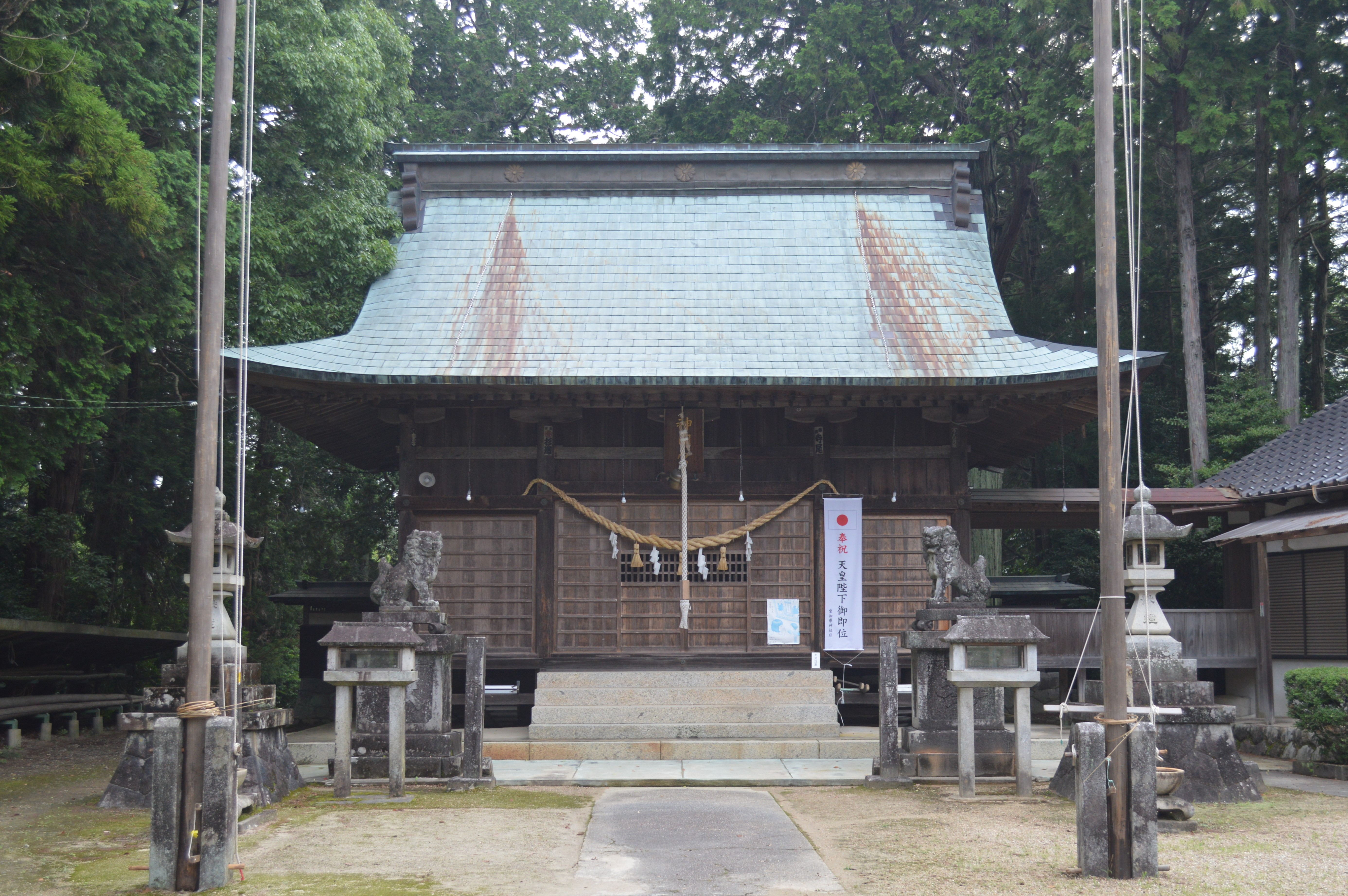
神明宮拝殿 （九久平町、2019年（令和元年）7月）
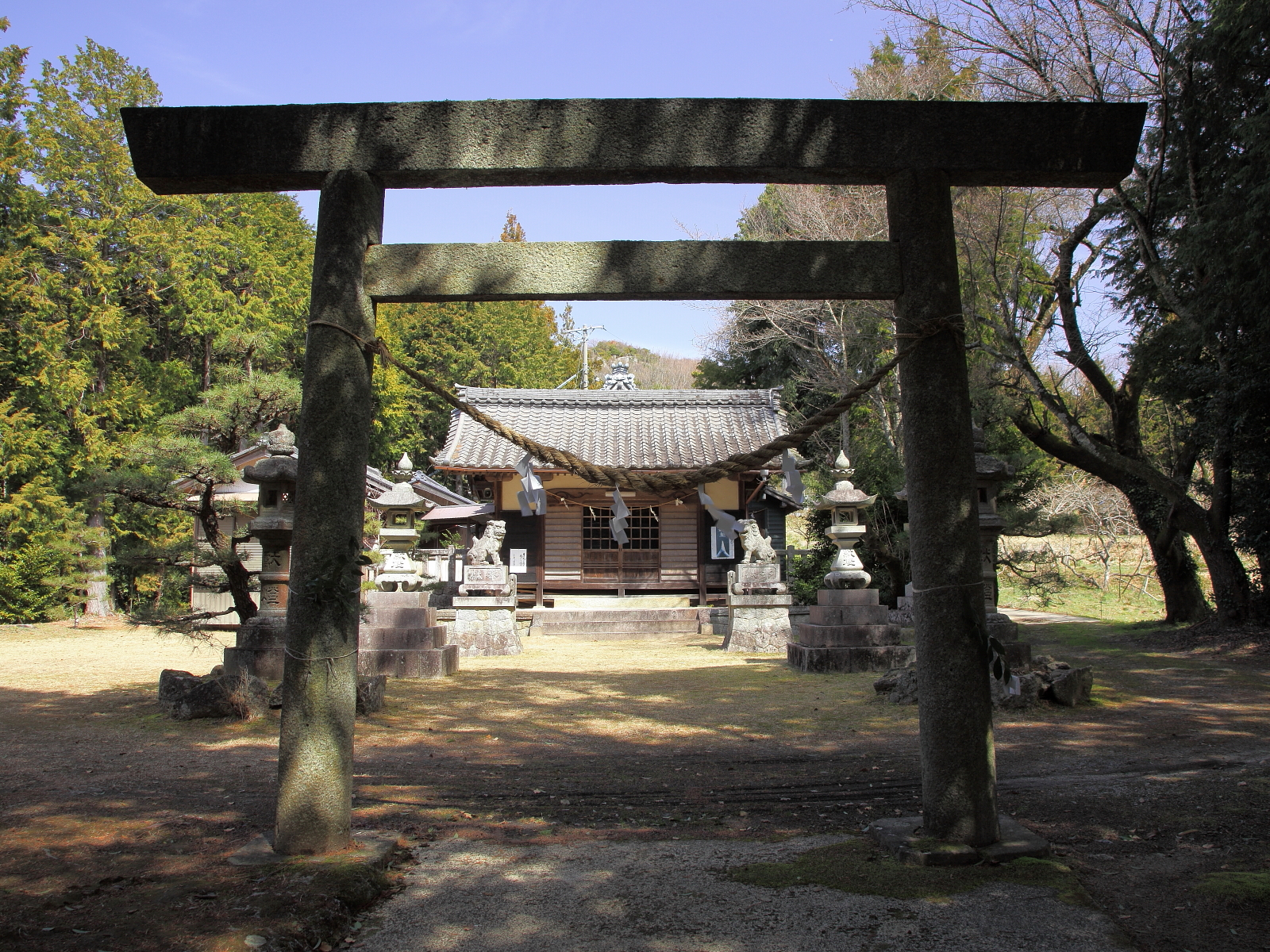
豊栄神社 （坂上町、2012年（平成24年）4月）
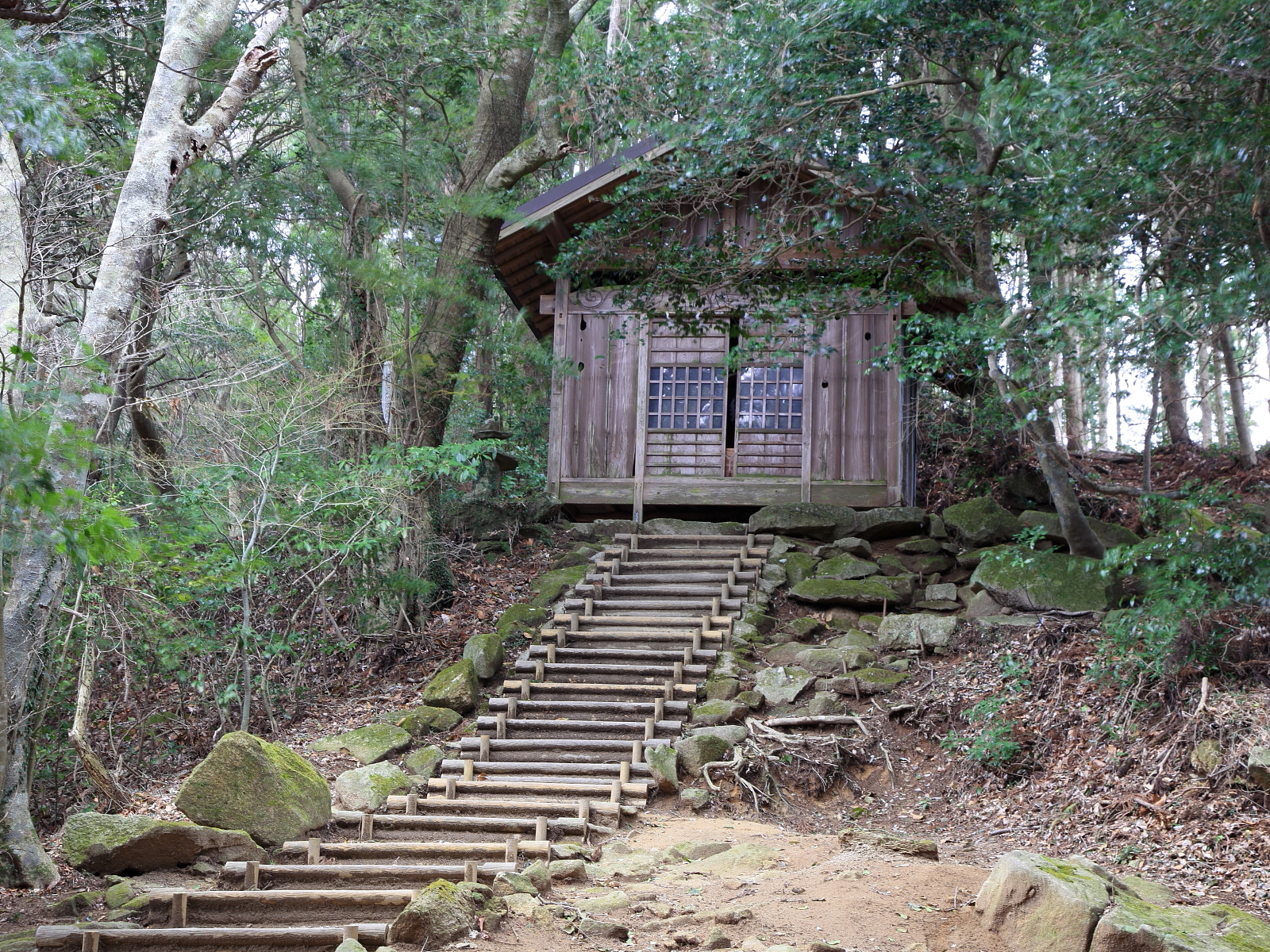
蜂ケ峰神社 （坂上町、2012年（平成24年）4月）
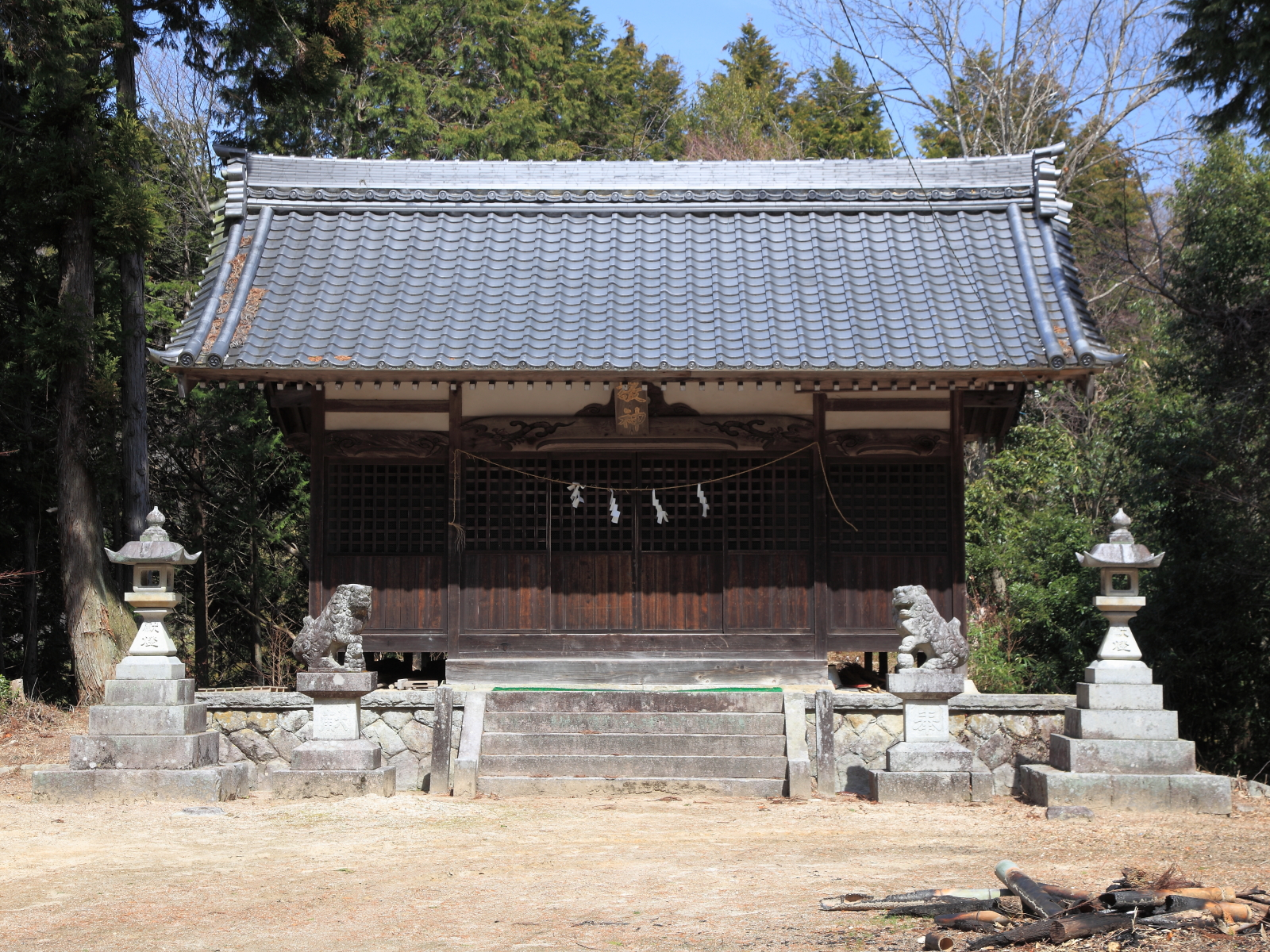
日箇出神社 （坂上町、2012年（平成24年）3月）
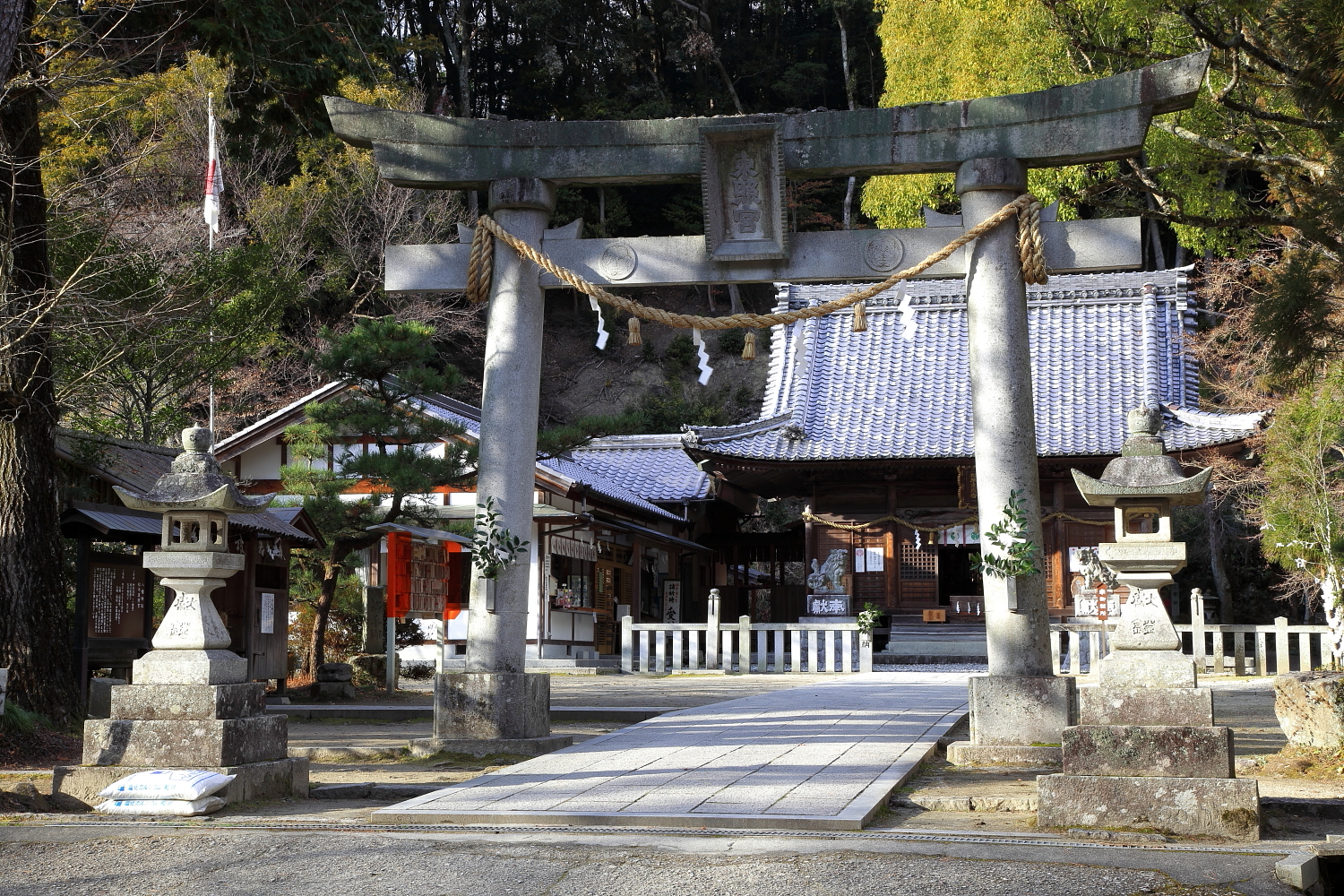
松平東照宮拝殿 （松平町、2010年（平成22年）1月）
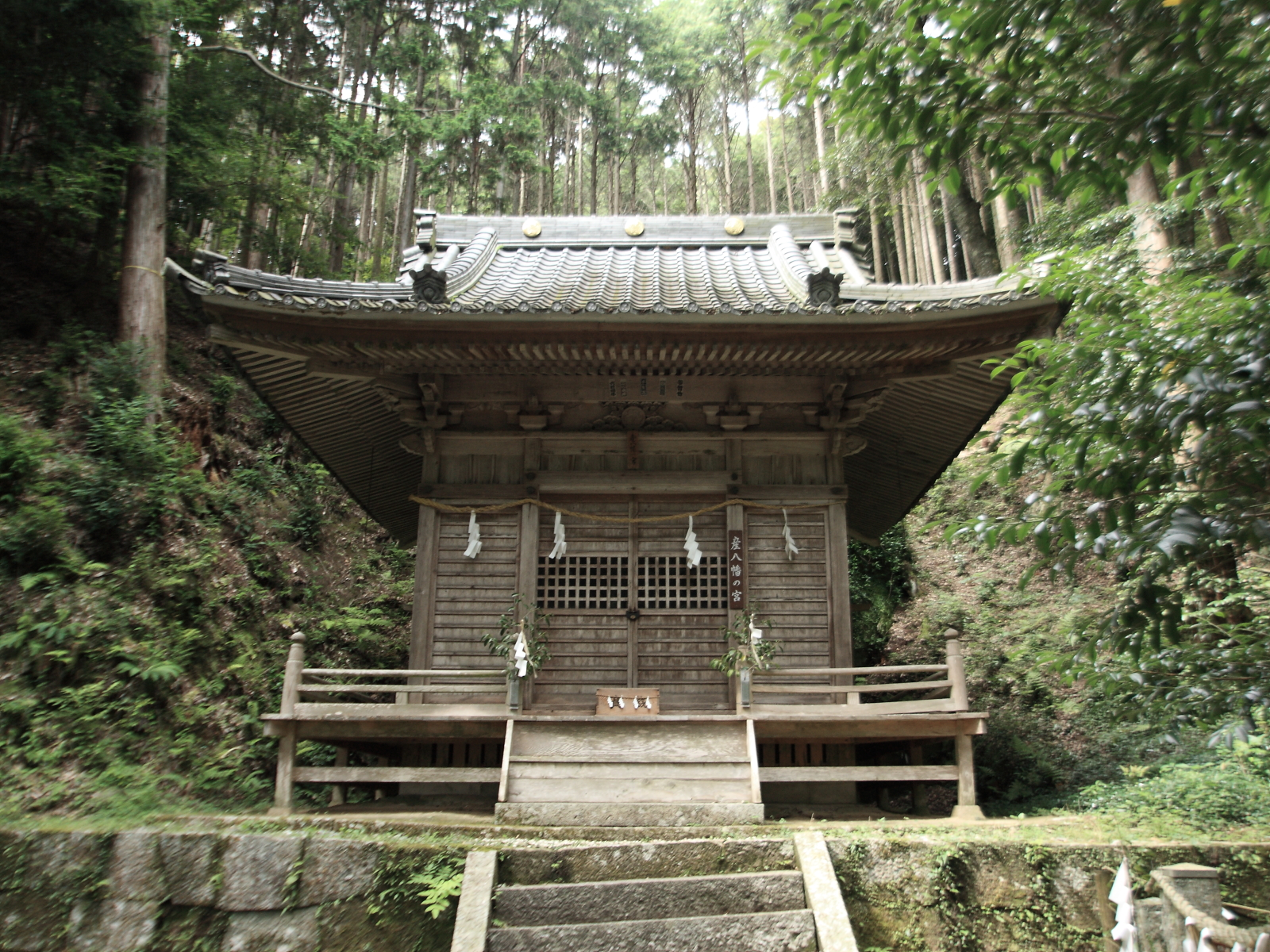
松平東照宮奥宮 （松平町、2009年（平成21年）7月）
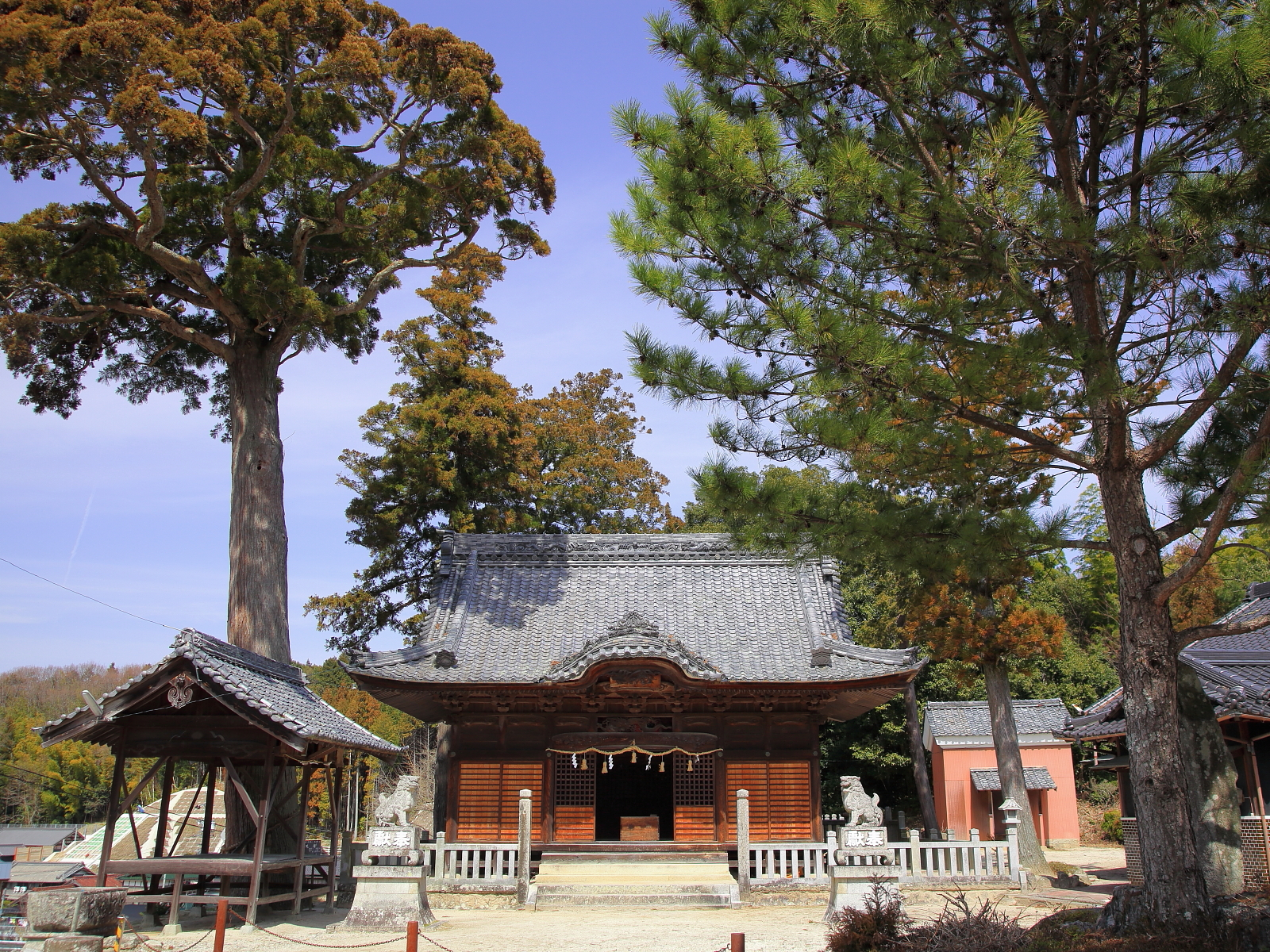
六所神社拝殿 （坂上町、2012年（平成24年）3月）
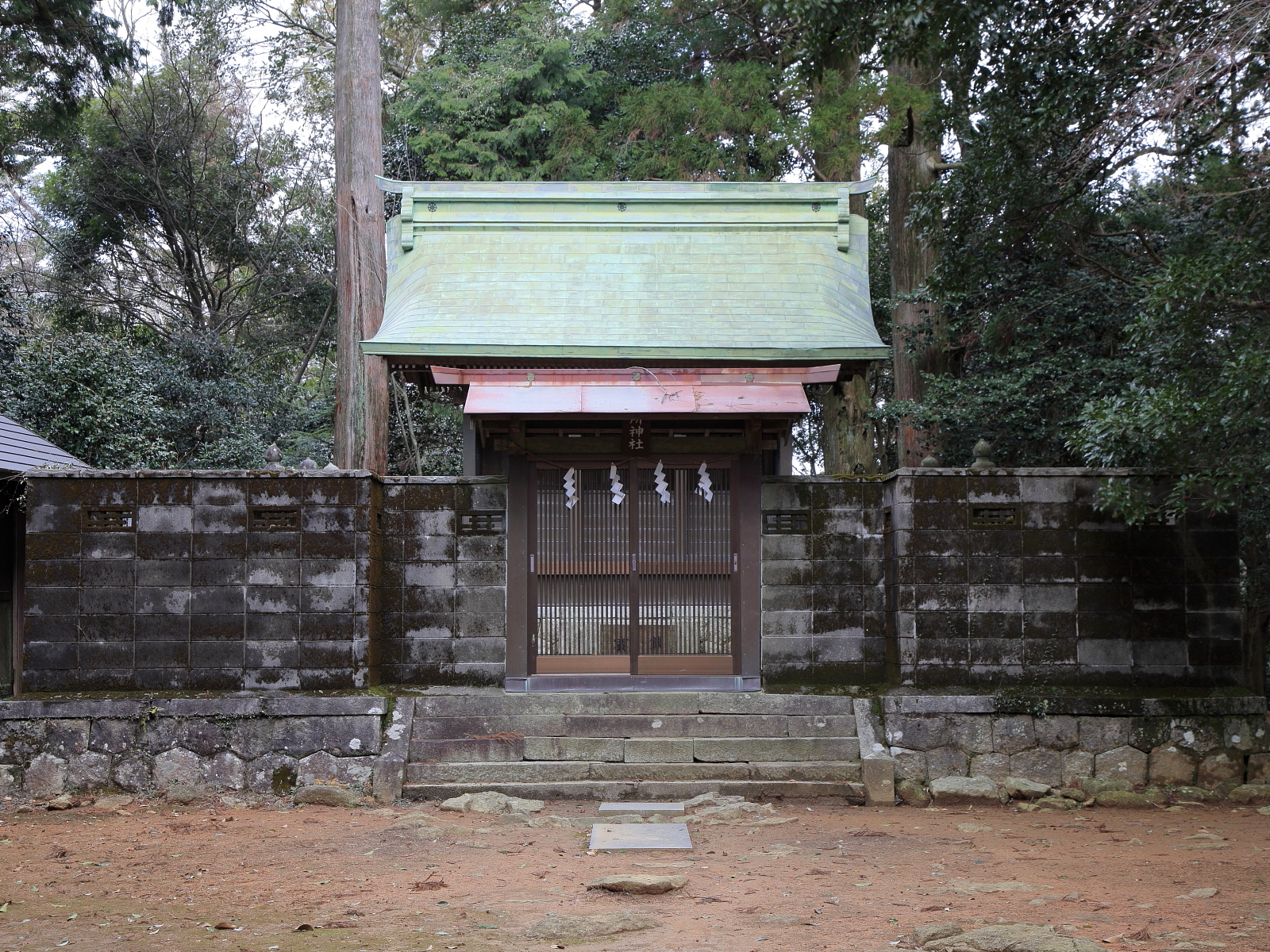
六所神社上宮 （坂上町、2012年（平成24年）4月）

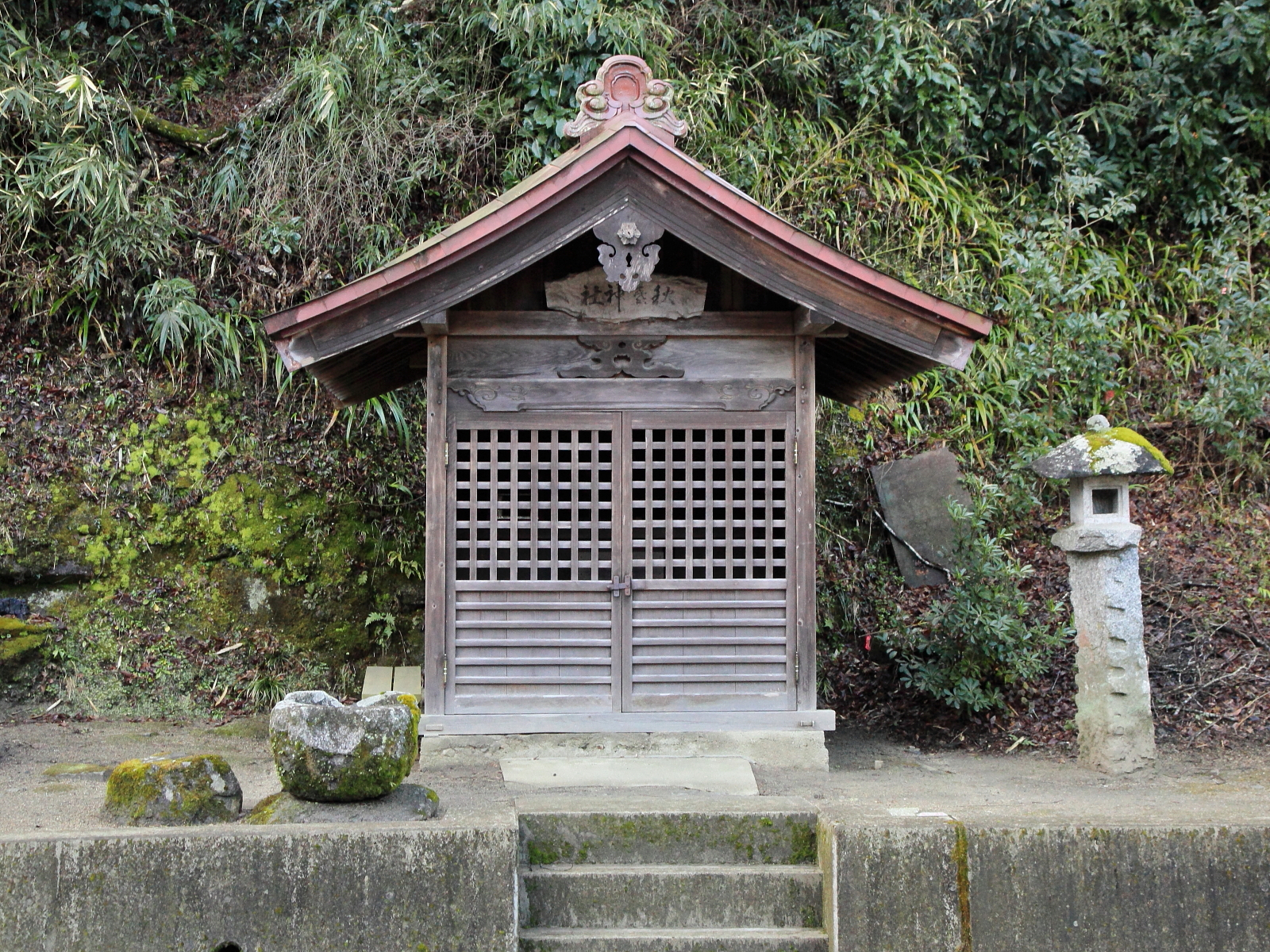
秋葉神社 （足助町、2012年（平成24年）3月）
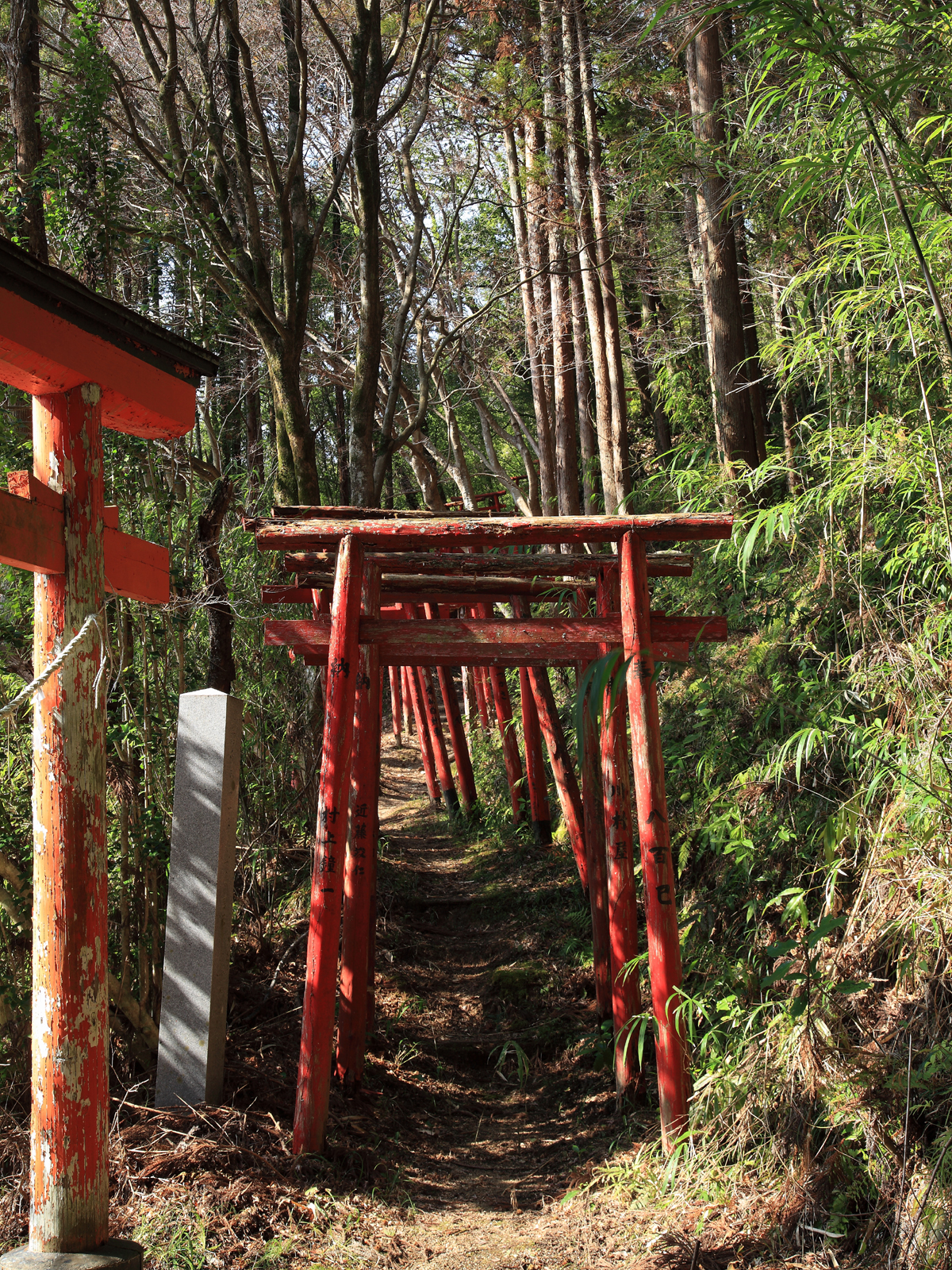
足助稲荷社 （足助町、2012年（平成24年）3月）
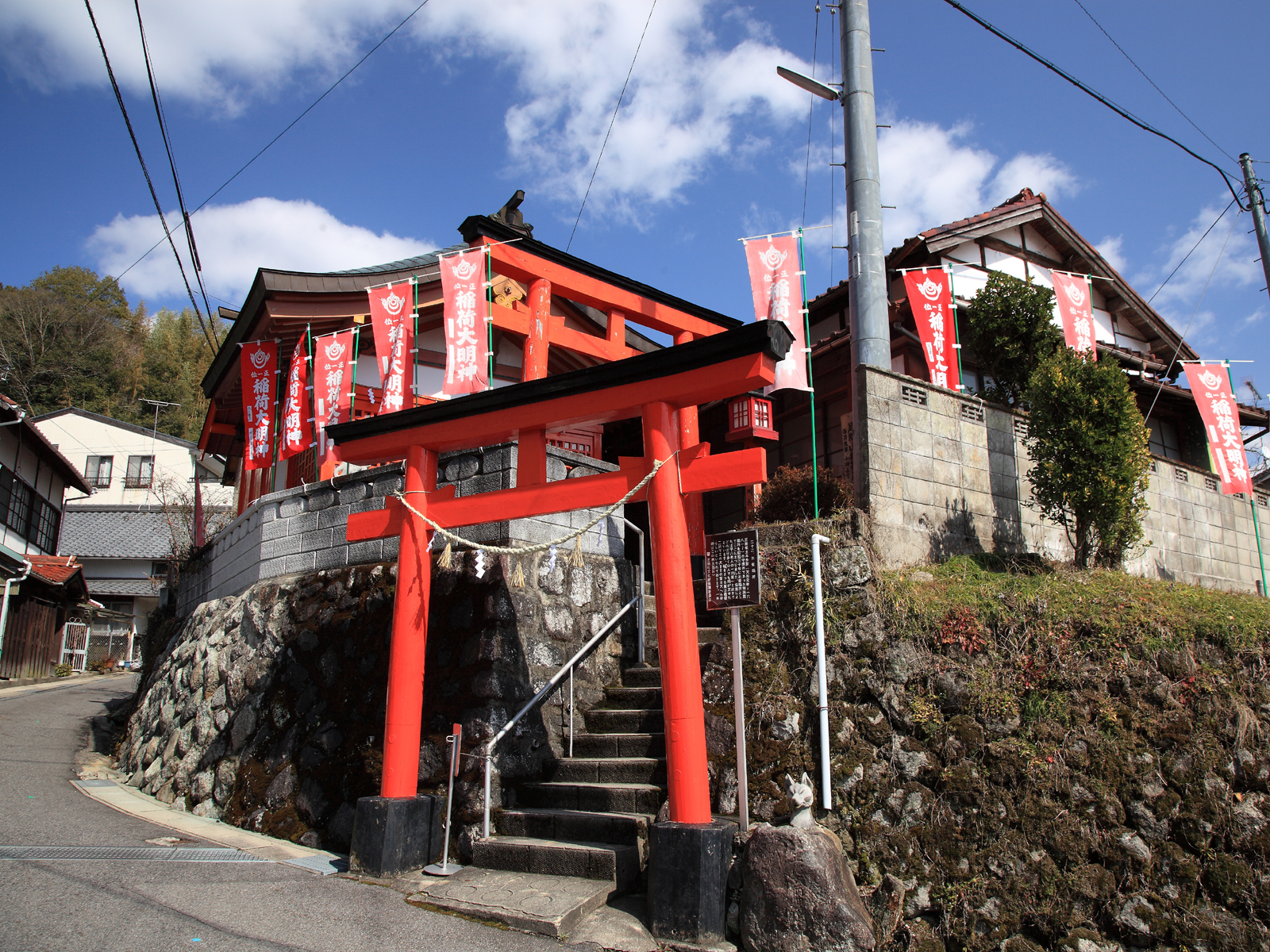
足助稲荷大明社（お釜稲荷） （足助町、2012年（平成24年）3月）
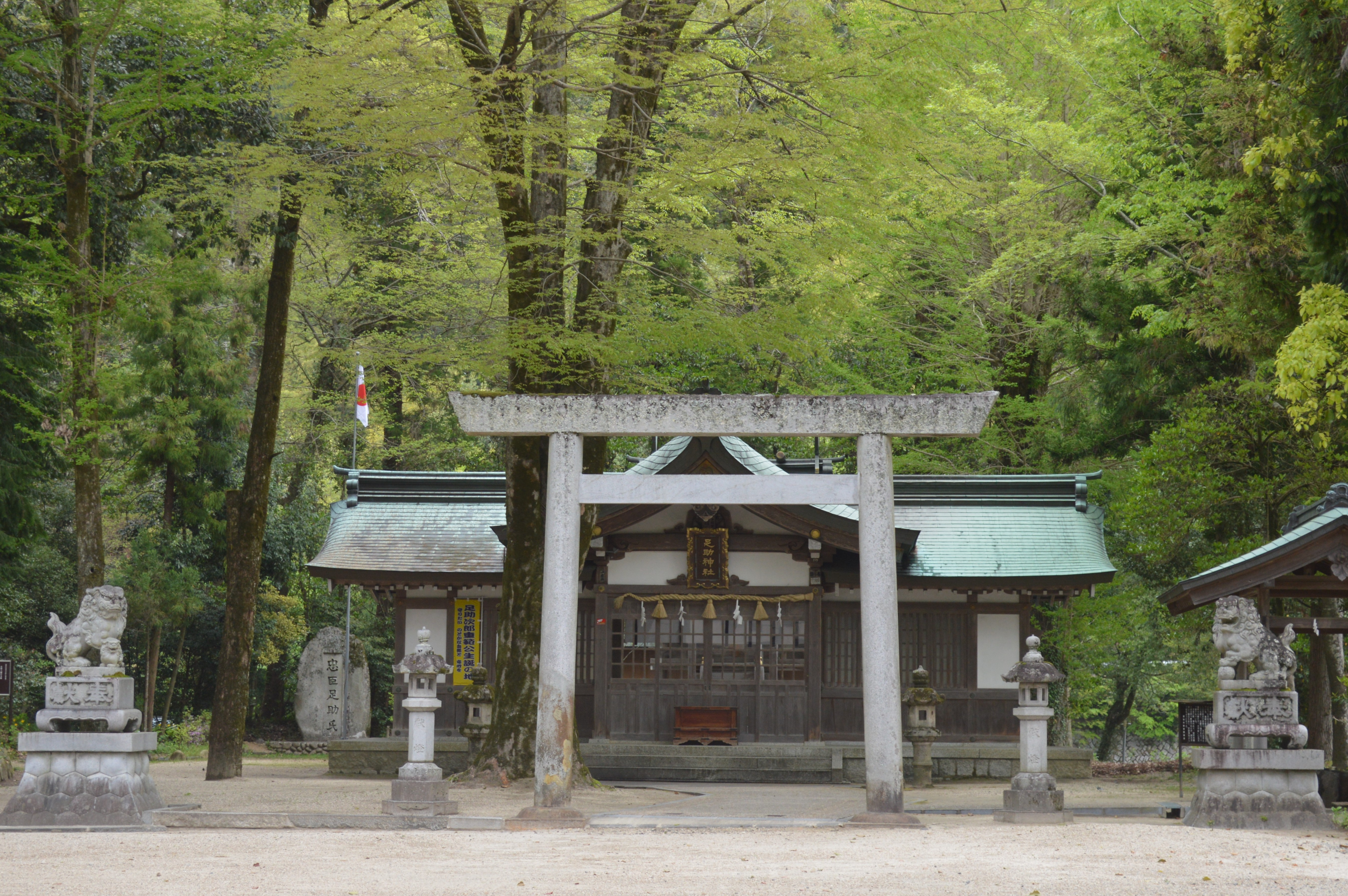
足助神社社頭 （足助町、2018年（平成30年）7月）
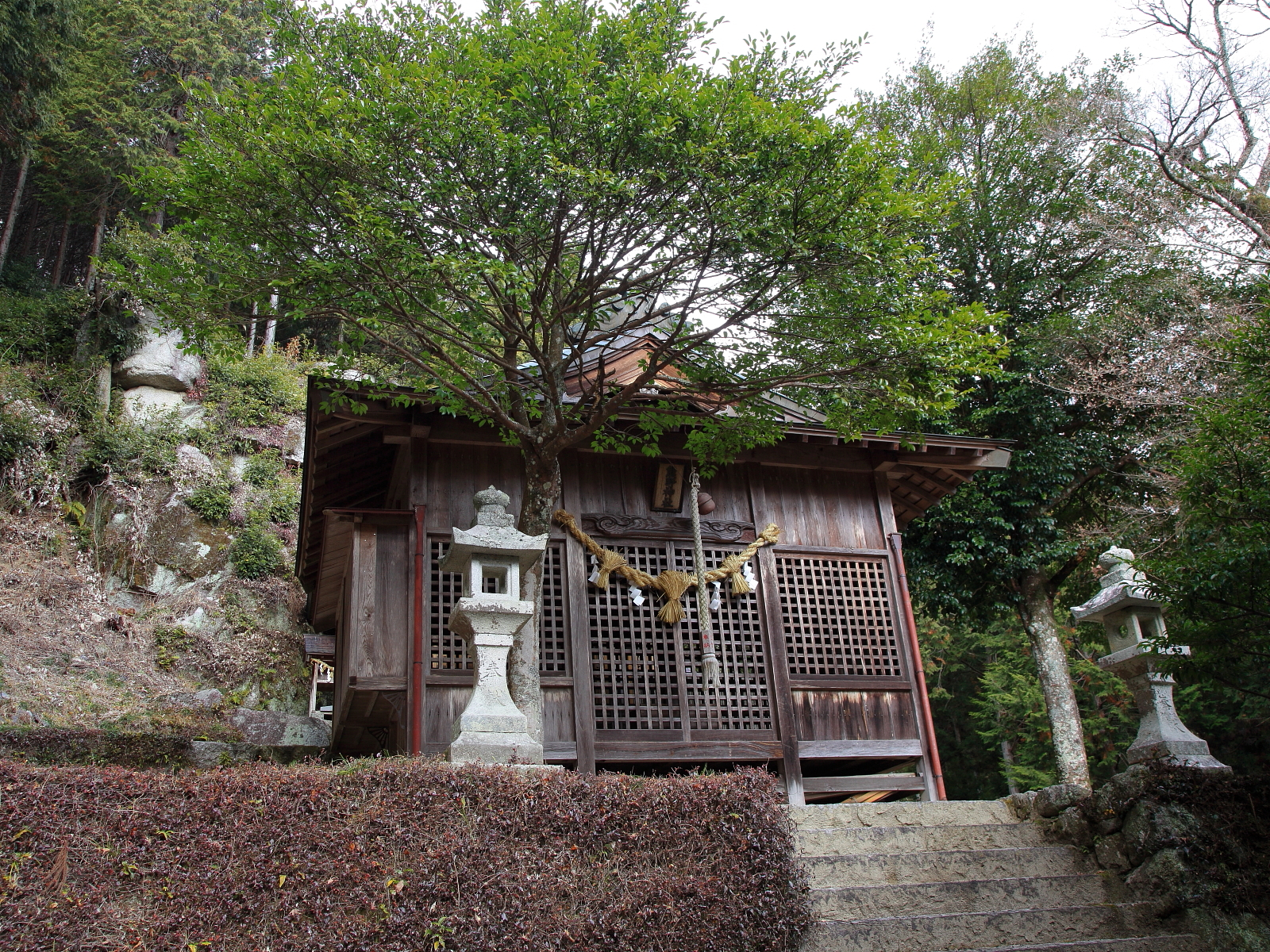
熊野神社 （則定町、2012年（平成24年）1月）
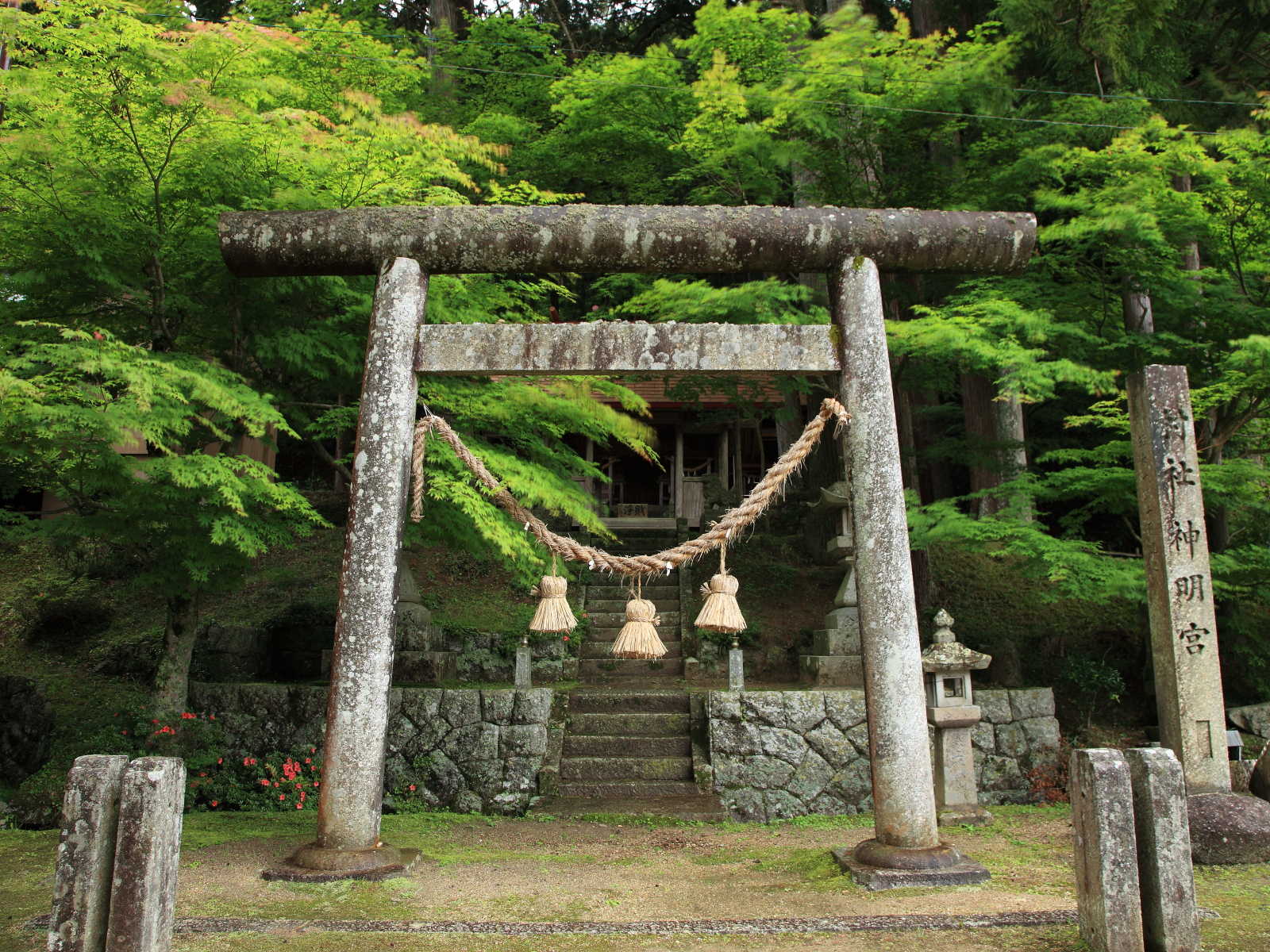
神明宮 （綾渡町、2012年（平成24年）6月）
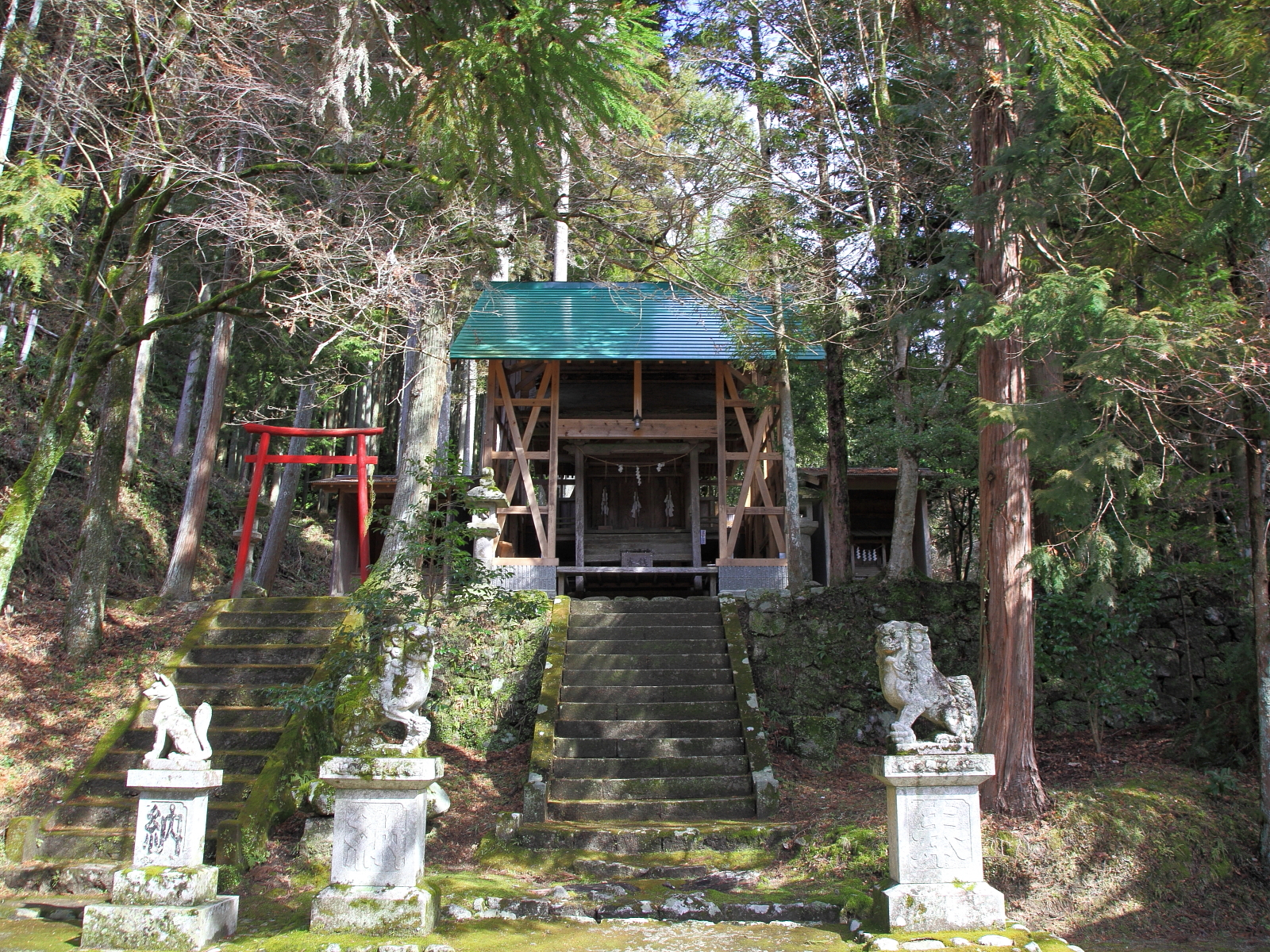
天伯神社 （足助町、2012年（平成24年）3月）
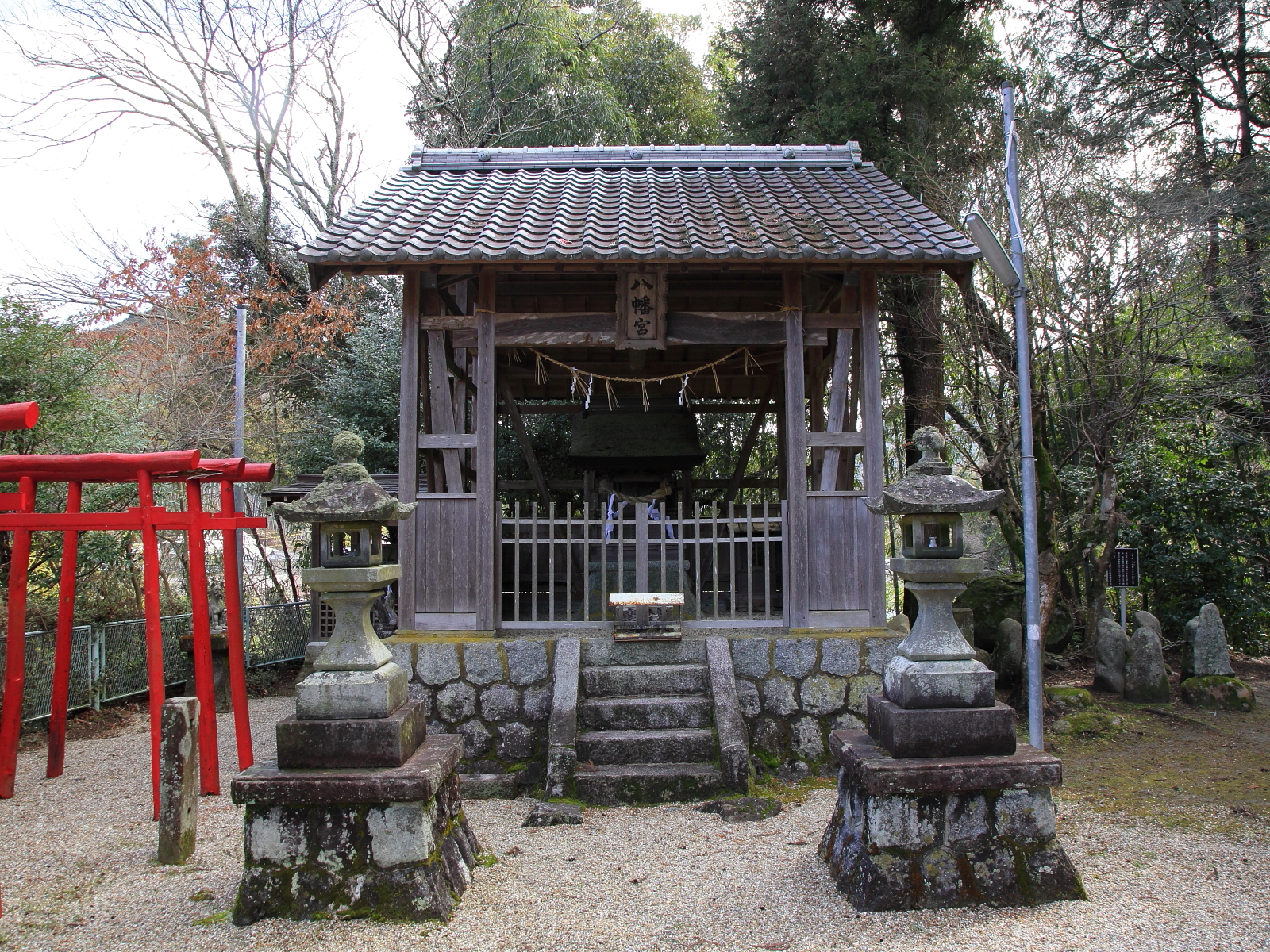
八幡宮 （足助町今朝平、2012年（平成24年）3月）
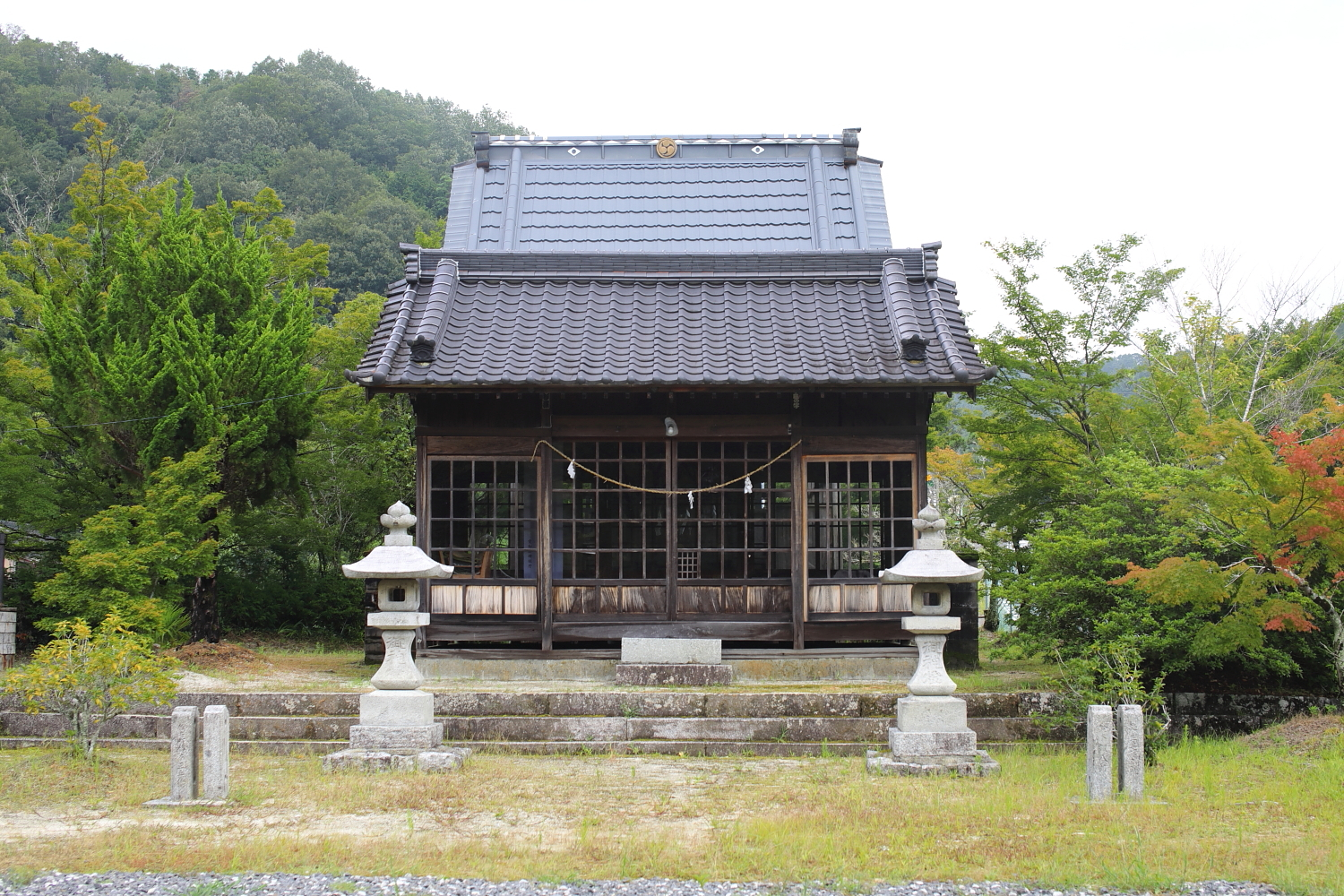
八幡神社 （新盛町、2019年（令和元年）8月）

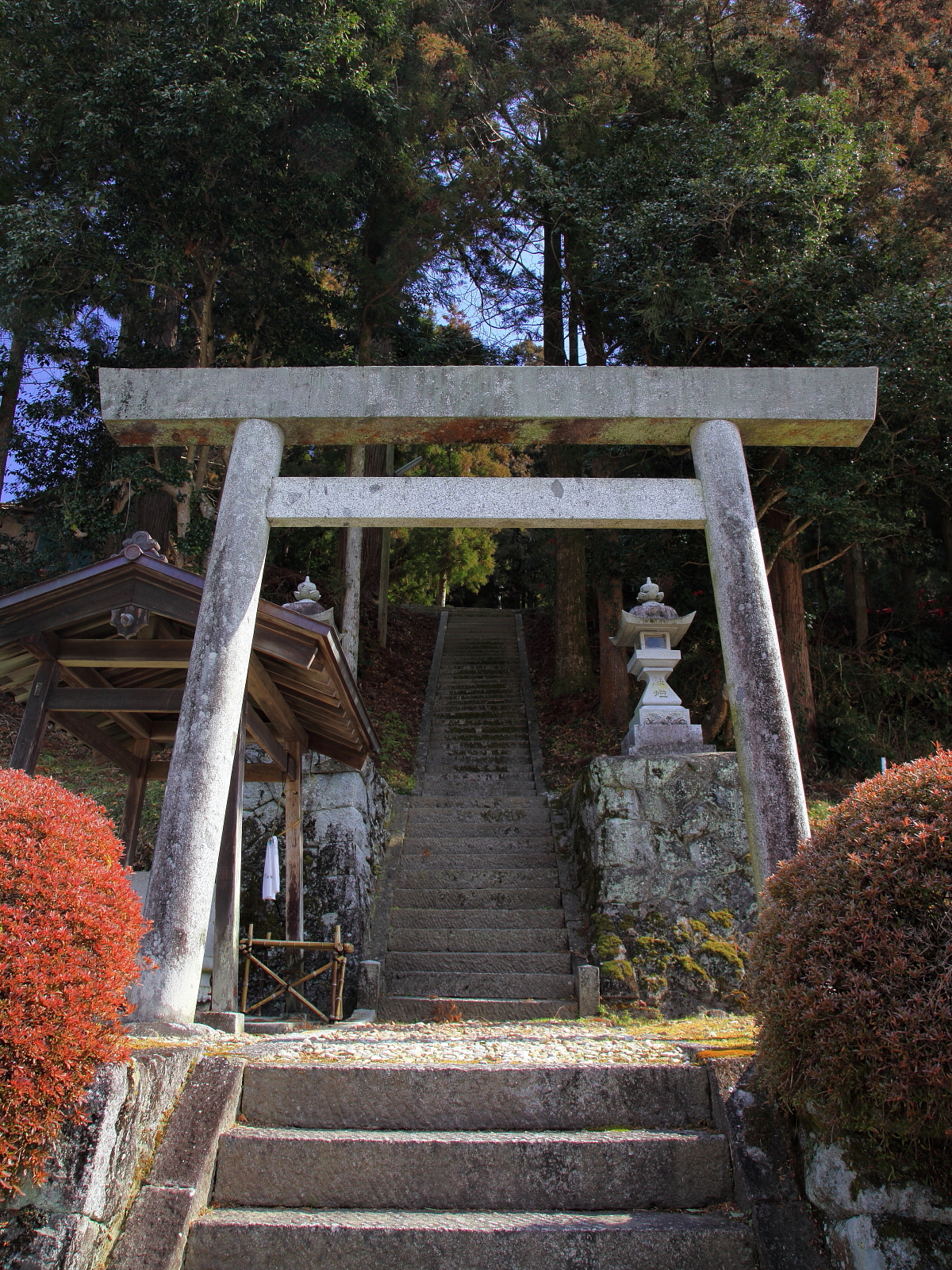
神明神社参道 （小渡町、2012年（平成24年）2月）

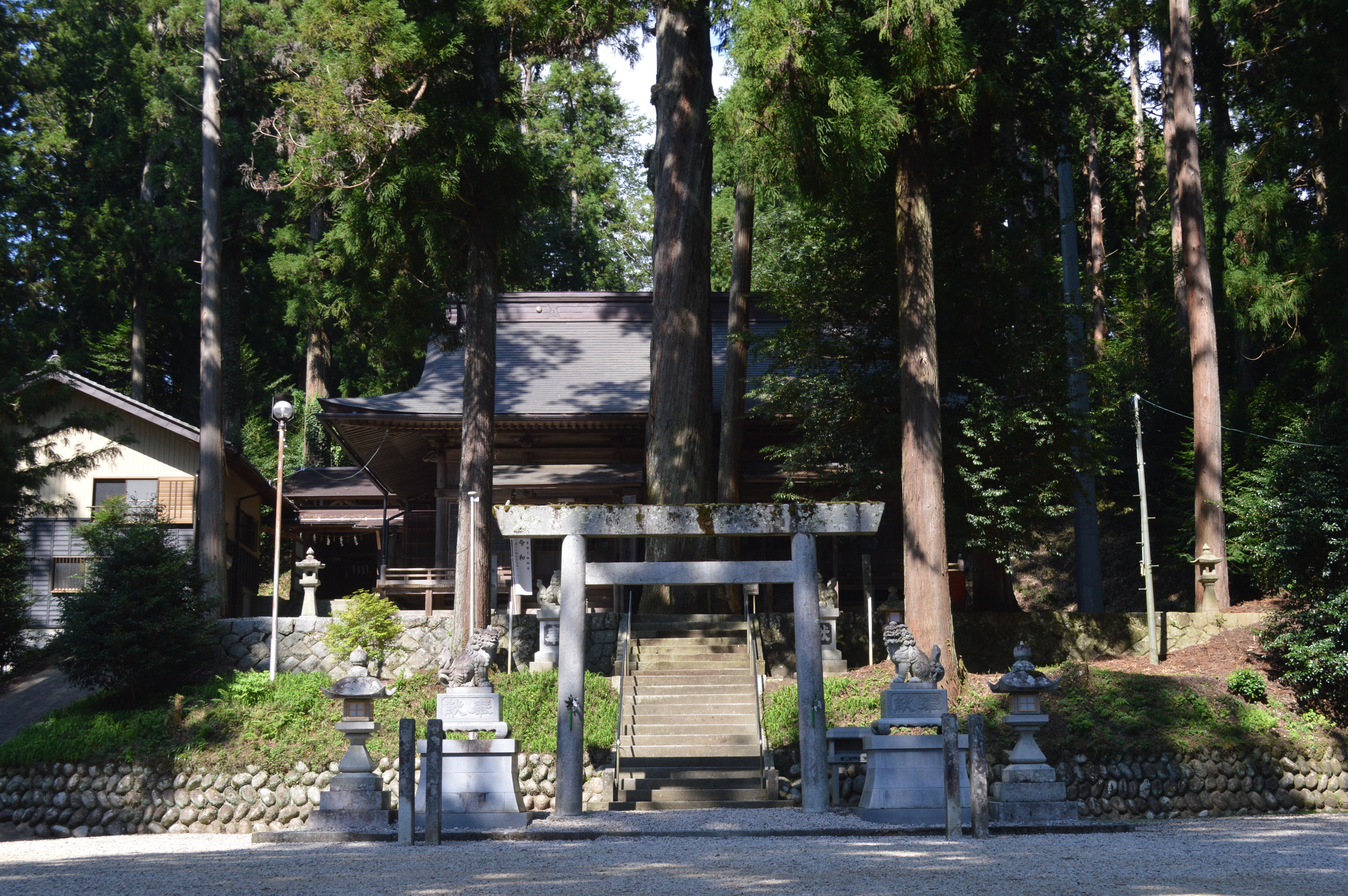
稲橋八幡神社 （稲武町、2019年（令和元年）9月）

挙母地区
- 秋葉神社 - 秋葉町
- 秋葉神社 - 明和町
- 秋葉神社 - 三軒町
- 梅坪神社 - 梅坪町
- 鹿島神社 - 下市場町
- 勝手神社 - 金谷町
- 勝手神社 - 下林町
- 喜多神社 - 喜多町
- 挙母神社 - 挙母町
- 樹木神社 - 樹木町
- 白鬚社 - 小坂町
- 神明社 - 今町
- 神明社 - 小坂町
- 神明神社 - 丸根町
- 水源神社 - 水源町
- 須佐之男神社 - 平和町
- 児ノ口社 - 久保町
- 貞宝神社 - 貞宝町
- 西山神社 - 若草町
- 白山神社 - 京町
- 八幡社 - 土橋町
- 八幡社 - 本地町
- 八幡社 - 若宮町
- 毘森神社 - 小坂町
- 平山神社 - 平山町
- 深田山神社 - 深田町
- 豊興神社 - トヨタ町
- 豊興西宮神社 - 山之手
- 御嶽神社 - 久岡町
- 宮口神社 - 宮口町
- 明和御嶽神社斎館 - 明和町
- 八柱神社 - 千足町
- 八柱神社 - 長興寺
- 山神社 - トヨタ町
- 竜宮社 - 長興寺

- 勝手神社拝殿
（金谷町、2019年（平成31年）1月）
- 喜多神社
（喜多町、2019年（令和元年）5月）
- 挙母神社拝殿
（挙母町、2018年（平成30年）11月）
- 白鬚神社
（小坂町、2012年（平成24年）4月）
- 神明社拝殿
（今町、2019年（平成31年）2月）
- 水源神社
（水源町、2005年（平成17年）6月）
- 須佐之男神社拝殿
（平和町、2019年（令和元年）9月）
- 児ノ口社拝殿
（久保町、2014年（平成26年）1月）
- 白山神社拝殿
（京町、2019年（令和元年）5月）
- 毘森神社拝殿
（小坂町、2018年（平成30年）5月）

高橋地区
- 香良須神社 - 市木町
- 金刀比羅宮・秋葉神社 - 琴平町
- 志賀神社 - 志賀町
- 十二神社 - 水間町
- 守綱神社 - 寺部町
- 神明神社 - 泉町
- 神明神社 - 上野町
- 神明神社 - 渡合町
- 神明神社 - 広川町
- 大神宮 - 室町
- 津島神社 - 池田町
- 津島神社 - 扶桑町
- 天満宮 - 百々町
- 野見御嶽神社 - 野見山町
- 野見神社 - 野見山町
- 白山神社 - 岩滝町
- 八幡宮 - 平井町
- 八幡宮 - 社町
- 八柱神社 - 市木町
- 八柱神社 - 大見町
- 八柱神社 - 森町
- 八柱神社 - 矢並町
- 鷲取神社 - 御立町

- 守綱神社
（寺部町、2012年（平成24年）5月）
- 神明神社拝殿
（上野町、2019年（令和元年）8月）
- 神明神社拝殿
（広川町、2019年（令和元年）8月）
- 津嶋神社境内
（扶桑町、2019年（平成31年）1月）
- 野見神社拝殿
（野見山町、2012年（平成24年）7月）
- 八幡宮神門
（平井町、2019年（平成31年）3月）
- 八幡宮境内
（社町、2019年（平成31年）3月）

上郷地区
- 秋葉神社 - 永覚町
- 愛宕社 - 永覚町
- 稲荷神社 - 畝部東町
- 弥栄神社 - 豊栄町
- 鹿島社 - 幸町
- 糟目春日神社 - 渡刈町
- 上郷護国神社 - 上郷町
- 熊野神社 - 幸町
- 山王神社 - 福受町
- 社口社 - 畝部西町
- 社口社 - 畝部東町
- 社口社 - 永覚町
- 城山稲荷社 - 上郷町
- 神明社 - 和会町西郷
- 神明社 - 和会町下南屋敷
- 神明社 - 上郷町
- 神明社 - 桝塚東町
- 寿恵野神社 - 豊栄町
- 津島神社 - 桝塚西町
- 渡刈御嶽神社 - 豊栄町
- 豊田神明社 - 豊栄町
- 西神明社 - 畝部西町
- 八幡社 - 畝部東町
- 八幡宮 - 上郷町
- 八幡社 - 上郷町
- 八幡神社 - 配津町
- 八幡社 - 桝塚西町
- 日吉神社 - 広美町
- 八柱神社 - 畝部東町
- 若宮八幡社 - 鴛鴨町

- 鹿島社拝殿
（幸町、2019年（平成31年）2月）
- 糟目春日神社拝殿
（渡刈町、2019年（令和元年）8月）
- 上郷護国神社拝殿
（上郷町、2019年（平成31年）2月）
- 神明社拝殿
（上郷町、2019年（平成31年）2月）
- 津島神社拝殿
（桝塚西町、2019年（平成31年）2月）
- 豊田神明社拝殿
（豊栄町、2019年（令和元年）9月）
- 八幡宮拝殿
（上郷町、2019年（平成31年）2月）
- 日吉神社拝殿
（広美町、2019年（平成31年）2月）
- 八柱神社拝殿
（畝部東町、2019年（平成31年）2月）

高岡地区
- 秋葉神社 - 吉原町
- 熱田神社 - 若林東町
- 厳島社 - 中町
- 厳島辨天神社 - 西田町
- 稲荷神社 - 花園町
- 稲荷神社 - 竜神町
- 大島神社 - 大島町
- 鹿島神社 - 大林町
- 金比羅神社 - 竜神町
- 新田神明社 - 駒新町
- 神明宮 - 上丘町
- 神明社 - 駒場町
- 神明宮 - 高岡町
- 神明社 - 堤町
- 神明宮 - 中根町
- 神明社 - 西岡町
- 神明社 - 本田町
- 津島神社 - 竹元町
- 西山開墾稲荷社 - 広田町
- 八幡神社 - 竹町
- 八幡社 - 堤町
- 八幡社 - 堤本町
- 八幡社 - 中田町
- 八幡宮 - 西田町
- 八幡宮 - 花園町
- 八幡神社 - 本町
- 八幡宮 - 吉原町
- 八幡宮 - 若林西町
- 豊興神社 - 御幸本町
- 前林神明社 - 前林町
- 水神社 - 竹元町

- 大島神社拝殿
（大島町、2019年（令和元年）9月）
- 鹿島神社拝殿
（大林町、2019年（令和元年）9月）
- 神明宮拝殿
（上丘町、2019年（令和元年）8月）
- 神明社拝殿
（駒場町、2016年（平成28年）5月）
- 神明宮拝殿
（高岡町、2019年（令和元年）9月）
- 神明社拝殿
（堤町、2019年（令和元年）9月）
- 八幡宮拝殿
（吉原町、2019年（平成31年）2月）
- 八幡宮拝殿
（若林西町、2019年（平成31年）1月）
- 前林神明社拝殿
（前林町、2018年（平成30年）12月）

猿投地区
- 青木原神社 - 青木町
- 秋葉神社 - 猿投町
- 秋葉神社 - 御船町
- 一王子神社 - 上原町
- 加納稲荷神社 - 加納町
- 勘八稲荷大明神 - 平戸橋町
- 熊野神社 - 亀首町
- 猿投神社 - 猿投町
- 猿投神社西宮 - 猿投町
- 猿投神社東宮 - 猿投町
- 枝下川神社 - 平戸橋町
- 神明社 - 枝下町
- 建速神社 - 猿投町
- 津島神社 - 御船町
- 天満宮 - 越戸町
- 波岩神社 - 平戸橋町
- 灰宝神社 - 越戸町
- 八幡宮 - 花本町
- 八幡神社 - 花本町
- 馬場瀬神社 - 平戸橋町
- 兵主神社 - 荒井町
- 広沢天神 - 猿投町
- 胸形神社 - 平戸橋町
- 八剣神社 - 西広瀬町
- 八柱神社 - 乙部町
- 八柱神社 - 四郷町
- 八柱神社 - 本徳町
- 八柱神社 - 舞木町
- 八柱神社 - 御船町

- 熊野神社拝殿
（亀首町、2019年（令和元年）8月）
- 猿投神社鳥居
- 猿投神社拝殿
（猿投町、2013年（平成25年）7月）
- 枝下川神社
（平戸橋町、2019年（令和元年）9月）
- 津島神社
（御船町、2019年（令和元年）8月）
- 灰宝神社拝殿
（越戸町、2019年（令和元年）8月）
- 兵主神社中門
（荒井町、2019年（令和元年）5月）
- 広沢神社（広沢天神）
（猿投町、2019年（平成31年）4月）
- 馬場瀬神社
（平戸橋町、2019年（平成31年）1月）
- 八柱神社中門
（御船町、2019年（令和元年）8月）

保見地区
- 愛宕神社 - 貝津町
- 射穂神社 - 保見町
- 大清水神社 - 大清水町
- 貝津神社 - 貝津町
- 開豊神社 - 浄水町
- 北野天満宮 - 貝津町
- 貴船神社 - 東保見町
- 白髭神社 - 大畑町
- 神明社 - 田籾町
- 津島神社 - 広幡町
- 天満宮 - 大幡町
- 白山神社 - 伊保町
- 八幡神社 - 伊保町
- 八幡宮 - 広幡町
- 保見神社 - 保見町
- 御嶽神社 - 田籾町
- 胸形神社 - 八草町
- 八柱神社 - 篠原町
- 八柱神社 - 八草町

- 射穂神社境内
（保見町、2019年（平成31年）1月）
- 貝津神社拝殿
（貝津町、2019年（平成31年）1月）
- 貴船神社境内
（東保見町、2019年（平成31年）1月）
- 白髭神社拝殿
（大畑町、2019年（令和元年）8月）
- 神明社拝殿
（田籾町、2019年（平成31年）2月）
- 胸形神社拝殿
（八草町、2019年（平成31年）1月）
- 八柱神社拝殿
（篠原町、2019年（令和元年）8月）

石野地区
- 秋葉神社 - 東広瀬町
- 岩倉神社 - 中金町
- 御鍬神社 - 小峯町
- 勘八天満宮 - 勘八町
- 猿投神社 - 藤沢町
- 神明神社 - 小呂町
- 神明社 - 下室町
- 神明社 - 城見町
- 神明神社 - 中切町
- 神明社 - 芳友町
- 津島神社 - 山中町
- 野神社 - 野口町
- 白山神社 - 力石町
- 白山神社 - 千鳥町
- 八幡宮 - 上高町
- 八幡宮 - 手呂町
- 八幡神社 - 松嶺町
- 広瀬神社 - 東広瀬町
- 八鍬神社 - 芳友町
- 八柱神社 - 石野町
- 八柱神社 - 国附町
- 八柱神社 - 寺下町
- 八柱神社 - 富田町
- 八柱神社 - 成合町
- 若宮八幡神社 - 押沢町

- 岩倉神社境内
（中金町、2019年（令和元年）8月）
- 野神社（埜神社）境内
（野口町、2019年（平成31年）4月）

松平地区
- 秋葉神社 - 岩倉町
- 秋葉神社 - 桂野町
- 市杵嶋神社 - 中垣内町
- 稲荷神社 - 長沢町
- 稲荷大神 - 松平町
- 鵜ケ瀬神社 - 鵜ケ瀬町
- 大内神社 - 大内町
- 春日神社 - 滝脇町
- 熊野神社 - 幸海町
- 古六所神社 - 坂上町
- 志賀神社 - 岩倉町
- 志賀神社 - 松平志賀町中澤
- 志賀神社 - 松平志賀町宮山
- 神明社 - 岩倉町
- 神明社 - 王滝町
- 神明社 - 大内町
- 神明宮 - 桂野町
- 神明宮 - 九久平町
- 神明宮 - 坂上町
- 神明社 - 坂上町
- 神明神社 - 石楠町
- 神明社 - 滝脇町
- 神明社 - 豊松町神明下
- 神明社 - 豊松町宮川
- 神明社 - 豊松町宮前
- 神明社 - 中垣内町
- 神明社 - 鍋田町
- 神明社 - 林添町
- 神明神社 - 穂積町
- 乳子守神社 - 鍋田町
- 津嶋神社 - 石楠町
- 津嶌神社 - 長沢町
- 津島神社 - 穂積町
- 天神宮 - 豊松町
- 豊栄神社 - 坂上町
- 豊松神社 - 豊松町
- 白山神社 - 岩倉町
- 白山神社 - 幸海町
- 蜂ケ峰神社 - 坂上町
- 八幡宮 - 加茂川町
- 八幡神社 - 坂上町
- 日箇出神社 - 坂上町
- 富士神社 - 豊松町
- 松平東照宮 - 松平町
- 水神社 - 桂野町
- 山中天神社 - 九久平町
- 六所神社 - 坂上町
- 六所神社上宮 - 坂上町

- 市杵嶋神社
（中垣内町、2011年（平成23年）3月）
- 稲荷大神
（松平町、2012年（平成24年）3月）
- 古六所神社
（坂上町、2012年（平成24年）3月）
- 神明宮拝殿
（九久平町、2019年（令和元年）7月）
- 豊栄神社
（坂上町、2012年（平成24年）4月）
- 蜂ケ峰神社
（坂上町、2012年（平成24年）4月）
- 日箇出神社
（坂上町、2012年（平成24年）3月）
- 松平東照宮拝殿
（松平町、2010年（平成22年）1月）
- 松平東照宮奥宮
（松平町、2009年（平成21年）7月）
- 六所神社拝殿
（坂上町、2012年（平成24年）3月）
- 六所神社上宮
（坂上町、2012年（平成24年）4月）

藤岡地区
- 飯野秋葉神社
- 石飛洲原神社
- 磯崎神社 - 迫町
- 磯崎神社 - 深見町
- 弥栄神社 - 西中山町
- 津島神社 - 迫町
- 天神社 - 下川口町
- 白山神社 - 三箇町
- 八幡神社 - 田茂平町
- 春埜山神社 - 北一色町
- 藤岡神社 - 北一色町
- 御嶽神社 - 木瀬町
- 八剱神社 - 西市野々町
- 八柱神社 - 石畳町
- 八柱神社 - 折平町
- 八柱神社 - 上川口町
- 八柱神社 - 上渡合町
- 八柱神社 - 木瀬町
- 八柱神社 - 三箇町
- 八柱神社 - 白川町
- 八柱神社 - 西中山町
- 八柱神社 - 北曽木町
- 八柱神社 - 御作町

小原地区
- 蘆和神社 - 松名町
- 稲荷社 - 永太郎町
- 稲荷大明神 - 大洞町
- 磐照神社 - 簗平町
- 賀茂原神社 - 小原町
- 熊野神社 - 市場町
- 熊野神社 - 岩下町
- 熊野神社 - 大坂町
- 蚕霊神社 - 日面町
- 塞神社 - 日面町
- 蔵王神社 - 北篠平町
- 白鳥神社 - 下仁木町
- 神明神社 - 永太郎町
- 神明社 - 小原北町
- 神明神社 - 川下町
- 神明社 - 榑俣町
- 神明神社 - 雑敷町
- 神明神社 - 李町
- 神明社 - 百月町
- 神明宮 - 荷掛町
- 神明社 - 西丹波町
- 神明社 - 平畑町
- 神明神社 - 三ツ久保町
- 神明神社 - 遊屋町
- 諏訪社 - 小原北町
- 諏訪神社 - 上仁木町
- 星宮神社 - 永太郎町
- 天王社 - 永太郎町
- 白山神社 - 大平町
- 白山神社 - 大洞町
- 白山神社 - 乙ケ林町
- 白山神社 - 西細田町
- 八幡神社 - 小原田代町
- 八幡宮 - 鍛治屋敷町
- 峯森神社 - 苅萱町
- 八柱神社 - 大洞町
- 八柱神社 - 雑敷町

足助地区
- 秋葉神社
- 明川熊野神社
- 足助稲荷社 - 足助町
- 足助稲荷大明社 - 足助町
- 足助八幡宮 - 足助町
- 足助神社 - 足助町
- 謁磐神社 - 御蔵町
- 生目八幡宮 - 新盛町
- 厳島神社 - 下平町
- 稲荷神社 - 綾渡町
- 石清水八幡神社 - 足助町
- 大井天神 - 大井町
- 御鍬神社 - 上佐切町
- 御鍬神社 - 山谷町
- 上脇神社 - 上脇町
- 国盛稲荷 - 下国谷町
- 熊野社 - 下国谷町
- 熊野神社 - 上八木町
- 熊野神社 - 則定町
- 熊野神社 - 月原町
- 蚕霊神社 - 東渡合町
- 金毘羅社 - 足助町
- 山王社 - 大蔵町
- 山王神社 - 野林町
- 白鳥神社 - 二タ宮町
- 神明宮 - 綾渡町
- 神明社 - 篭林町
- 神明神社 - 北小田町
- 神明社 - 国谷町
- 神明社 - 小町
- 神明社 - 沢ノ堂町
- 神明社 - 白倉町
- 神明社 - 摺町
- 神明神社 - 千田町
- 神明社 - 近岡町
- 神明社 - 椿立町
- 神明社 - 栃本町
- 神明社 - 中立町
- 神明宮 - 平折町
- 神明神社 - 連谷町
- 諏訪神社 - 怒田沢町
- 石動神社 - 桑田和町
- 津島神社 - 川面町
- 津島神社 - 桑原田町
- 津嶋神社 - 下佐切町
- 津嶋神社 - 富岡町
- 津嶋神社 - 二タ宮町
- 津島神社 - 四ツ松町
- 天伯神社 - 足助町
- 天白神社 - 栃ノ沢町
- 十明神社 - 四ツ松町
- 十明神社奥宮 - 四ツ松町
- 豊岡神社 - 富岡町
- 中之神社 - 山ノ中立町
- 成瀬神社 - 富岡町
- 若一神社 - 岩神町
- 白山社 - 足助白山町
- 白山神社 - 有洞町
- 白山神社 - 漆畑町
- 白山社 - 大塚町
- 白山神社 - 霧山町
- 白山神社 - 東大見町
- 白山神社 - 山谷町小玉石
- 白山神社 - 山谷町日向道下
- 八王子神社 - 四ツ松町
- 八幡宮 - 足助町今朝平
- 八幡神社 - 大蔵連町
- 八幡社 - 大多賀町
- 八幡神社 - 国閑町
- 八幡宮 - 桑田和町
- 八幡神社 - 五反田町
- 八幡社 - 塩ノ沢町
- 八幡神社 - 新盛町
- 八幡神社 - 葛沢町
- 八幡社 - 西樫尾町
- 八幡神社 - 御内町中島
- 八幡神社 - 御内町東切
- 八所社 - 久木町
- 日吉神社 - 上切山町
- 廣見神社 - 井ノ口町
- 伏見稲荷 - 小町
- 細田神社 - 細田町
- 八阪神社 - 菅生町
- 八坂神社 - 東大島町
- 八柱神社 - 平沢町

- 秋葉神社
（足助町、2012年（平成24年）3月）
- 足助稲荷社
（足助町、2012年（平成24年）3月）
- 足助稲荷大明社（お釜稲荷）
（足助町、2012年（平成24年）3月）
- 足助神社社頭
（足助町、2018年（平成30年）7月）
- 熊野神社
（則定町、2012年（平成24年）1月）
- 神明宮
（綾渡町、2012年（平成24年）6月）
- 天伯神社
（足助町、2012年（平成24年）3月）
- 八幡宮
（足助町今朝平、2012年（平成24年）3月）
- 八幡神社
（新盛町、2019年（令和元年）8月）

下山地区
- 蘭神社 - 蘭町
- 五十子神社 - 田平沢町
- 石上神社 - 大沼町
- 石鎚神社 - 花沢町
- 厳島神社 - 栃立町
- 稲荷大明神 - 大沼町
- 大明神社 - 黒坂町
- 大沼熊野神社 - 大沼町
- 春日神社 - 大沼町
- 熊野社 - 野原町
- 熊野神社 - 下山田代町
- 熊野神社 - 羽布町
- 神明社 - 神殿町
- 神明社 - 花沢町青木
- 神明宮 - 花沢町切戸
- 神明宮 - 花沢町砂場下
- 神明社 - 花沢町ヲチ合
- 神明神社 - 和合町
- 須賀神社 - 阿蔵町
- 諏訪神社 - 高野町
- 天皇神社 - 大沼町
- 中山神社 - 梨野町
- 日月神社 - 小松野町
- 若一往神社 - 下山田代町
- 白山神社 - 立岩町
- 白山神社 - 花沢町
- 白山神社 - 東大林町
- 八幡神社 - 宇連野町
- 八幡社 - 大桑町
- 八幡神社 - 平瀬町
- 二福神社 - 大沼町
- 火産霊神社 - 田折町
- 御嶽神社 - 東大林町

旭地区
- 愛宕神社 - 日下部町
- 伊熊神社 - 伊熊町笠松
- 伊熊神社 - 伊熊町除ケ貝戸
- 伊雑神社 - 太田町
- お須原山御鍬神社 - 東萩平町
- 加塩神社 - 加塩町
- 猿田彦神社 - 有間町
- 下畑神社 - 小畑町
- 白鳥社 - 有間町
- 白鳥神社 - 榊野町
- 神明社 - 押井町
- 神明神社 - 小渡町
- 神明神社 - 上中町
- 神明神社 - 杉本町
- 神明神社 - 坪崎町
- 神明神社 - 万根町
- 住吉神社 - 牛地町
- 津島神社 - 市平町
- 津島神社 - 大坪町
- 津島神社 - 惣田町
- 時瀬神明神社 - 時瀬町
- 野見神社 - 榊野町
- 白山神社 - 上切町
- 八王子神社 - 浅谷町
- 八王子神社 - 下切町
- 八幡神社 - 旭八幡町
- 八幡神社 - 笹戸町
- 八幡宮 - 島崎町
- 八幡社 - 東萩平町
- 八所神社 - 田津原町
- 日吉神社 - 須渕町
- 胸形神社 - 池島町

- 神明神社参道
（小渡町、2012年（平成24年）2月）

稲武地区
- 稲橋八幡神社 - 稲武町
- 稲荷神社 - 武節町
- 後山秋葉神社 - 御所貝津町
- 大野瀬神社 - 大野瀬町
- 熊野神社 - 押山町
- 熊野神社 - 桑原町
- 神明神社 - 黒田町
- 神明社 - 富永町
- 神明神社 - 野入町
- 誓約神社 - 御所貝津町
- 浅間神社 - 夏焼町
- 中富神社 - 中当町
- 八幡神社 - 小田木町
- 八幡神社 - 川手町

- 稲橋八幡神社
（稲武町、2019年（令和元年）9月）

#### 寺院

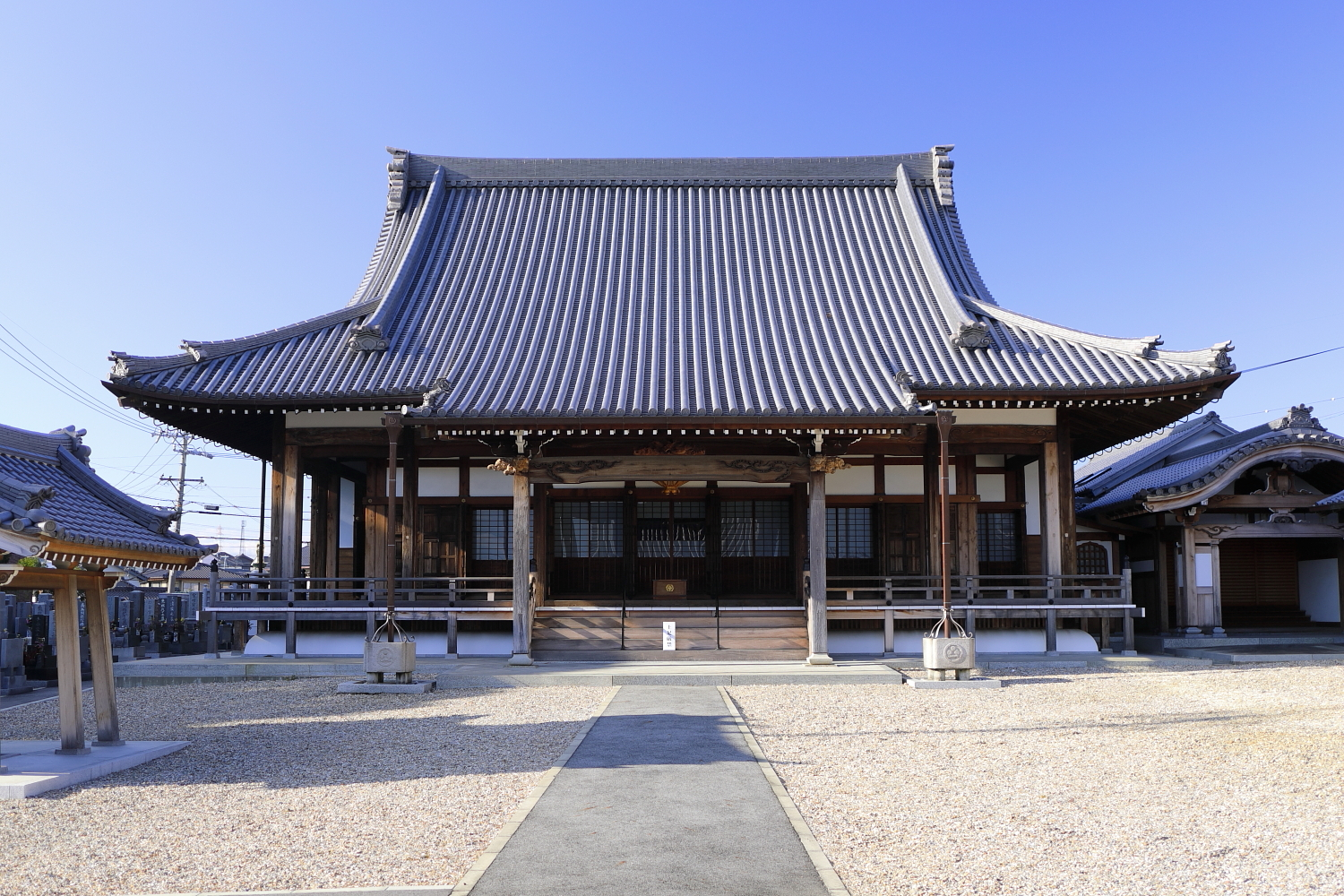
浄照寺本堂 （若林西町、2019年（平成31年）1月）
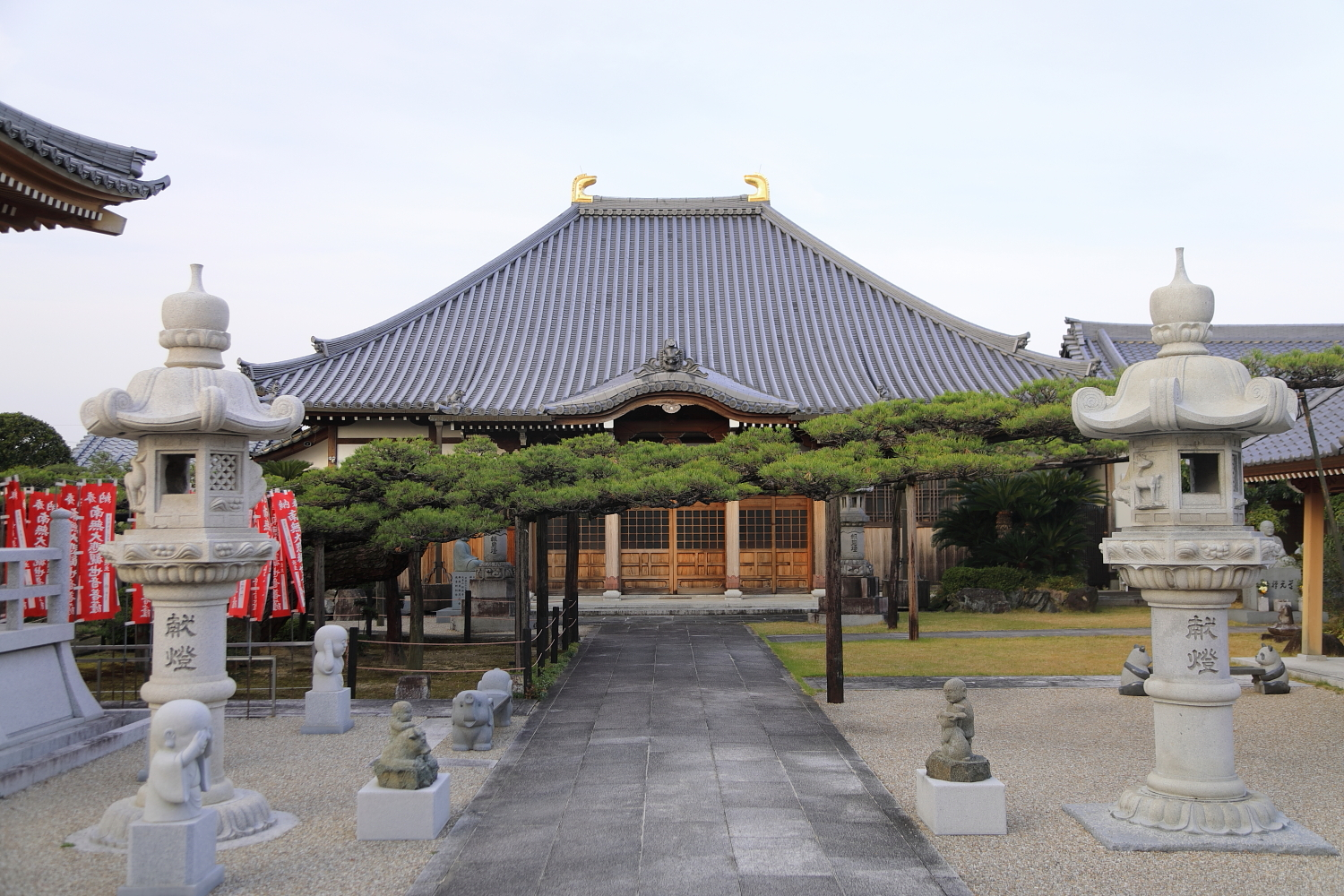
瑞応寺本堂 （堤本町、2018年（平成30年）12月）
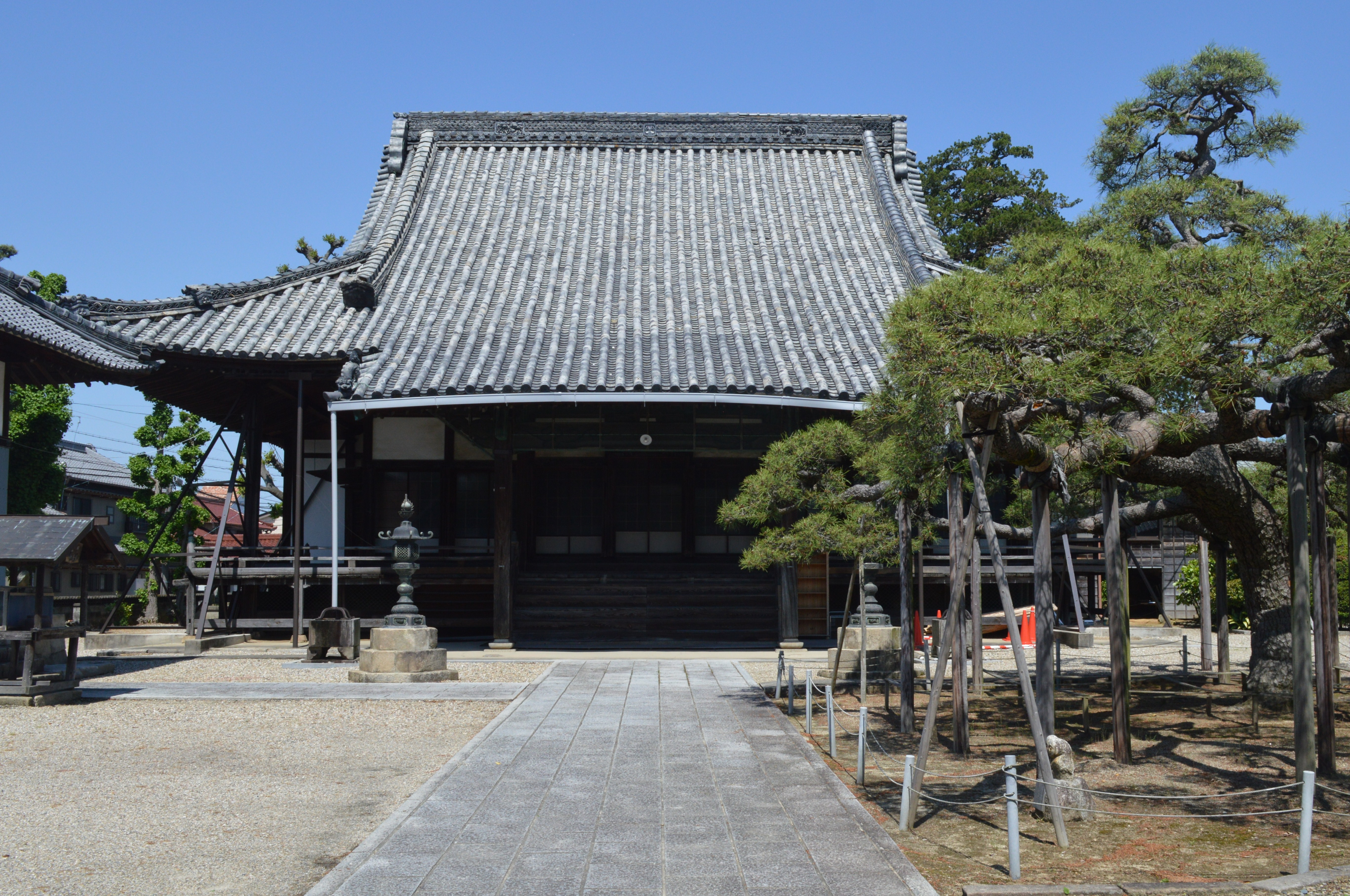
徳念寺本堂 （駒場町、2016年（平成28年）5月）
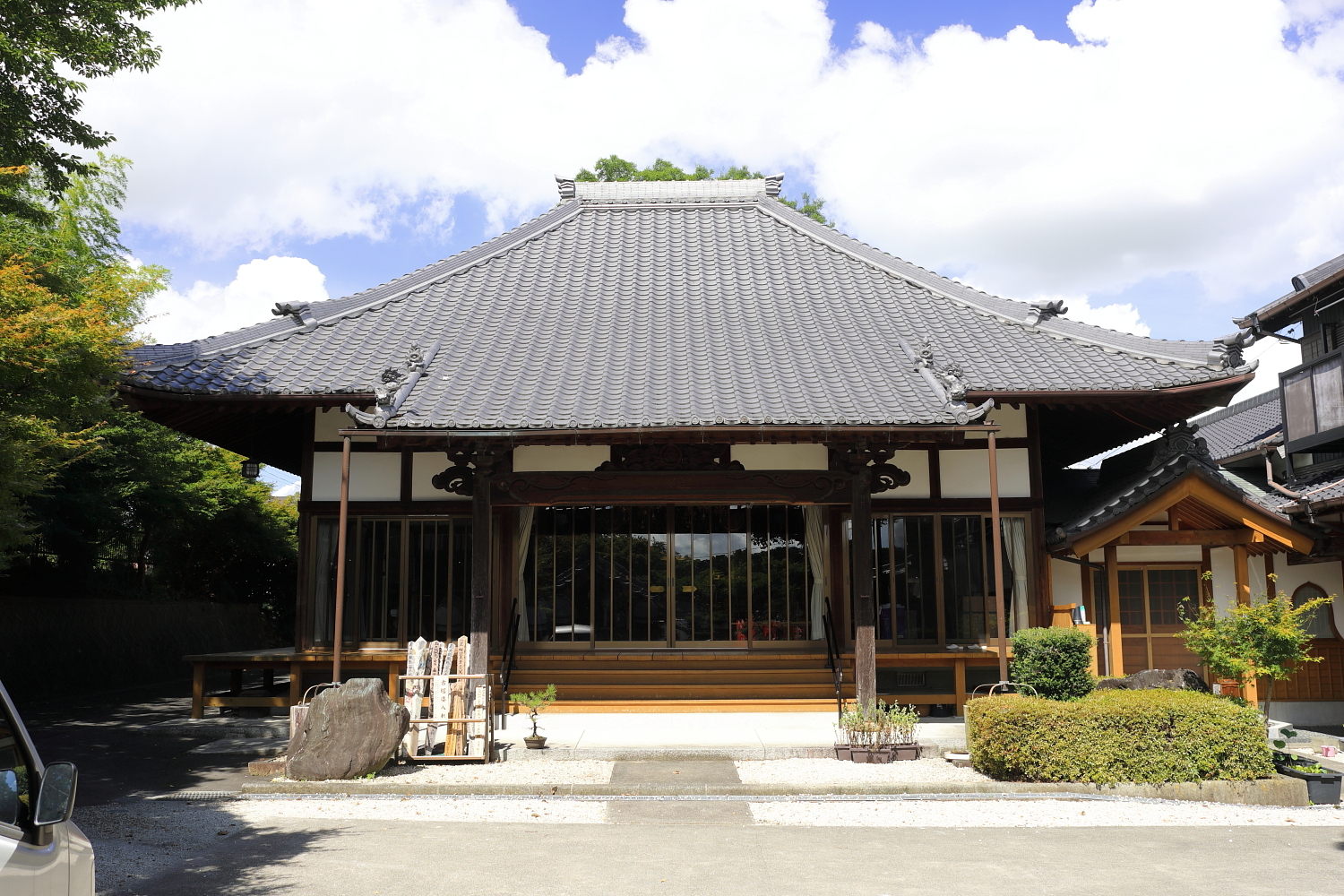
宝樹院本堂 （上丘町、2019年（令和元年）8月）
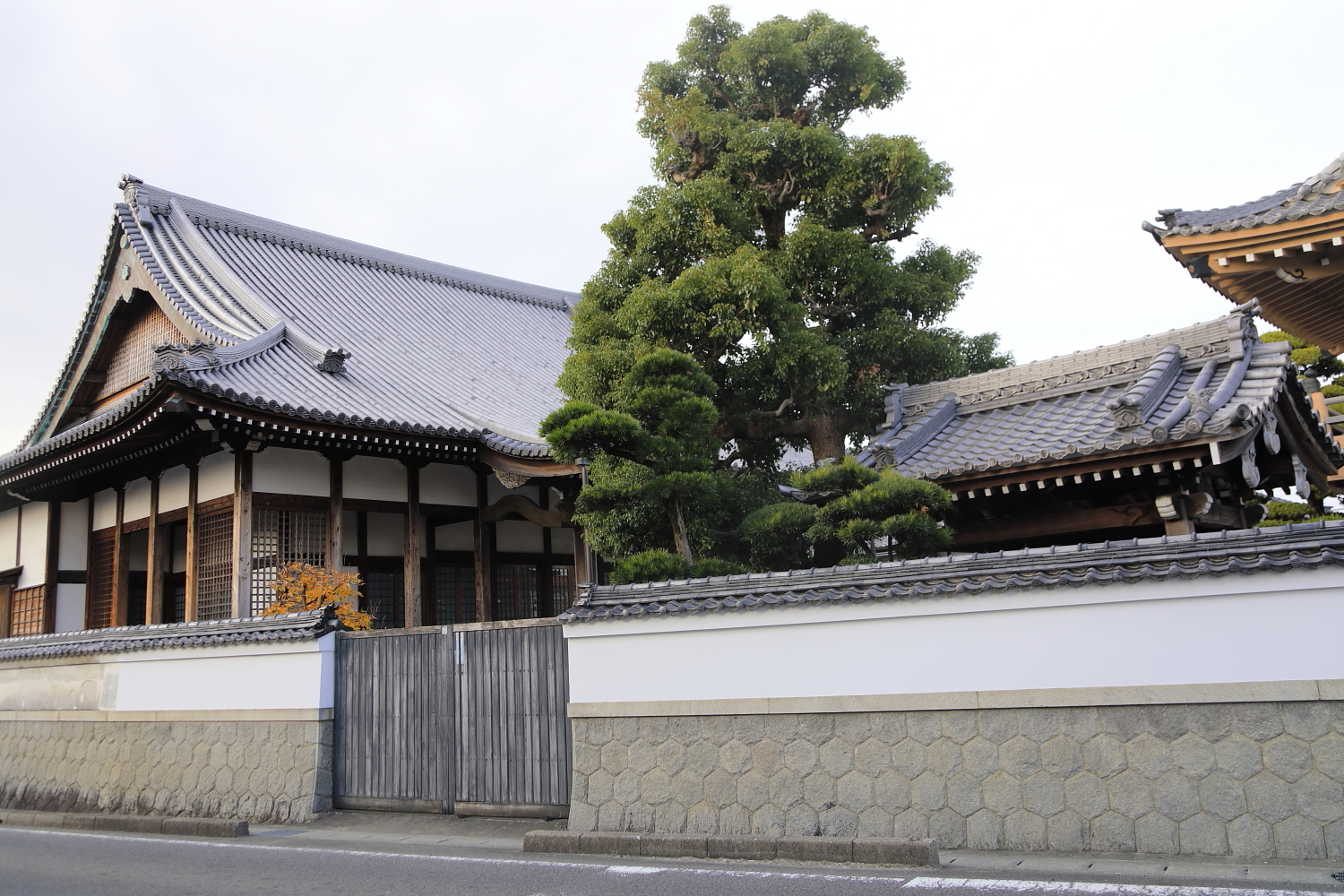
満徳寺外観 （前林町、2018年（平成30年）12月）
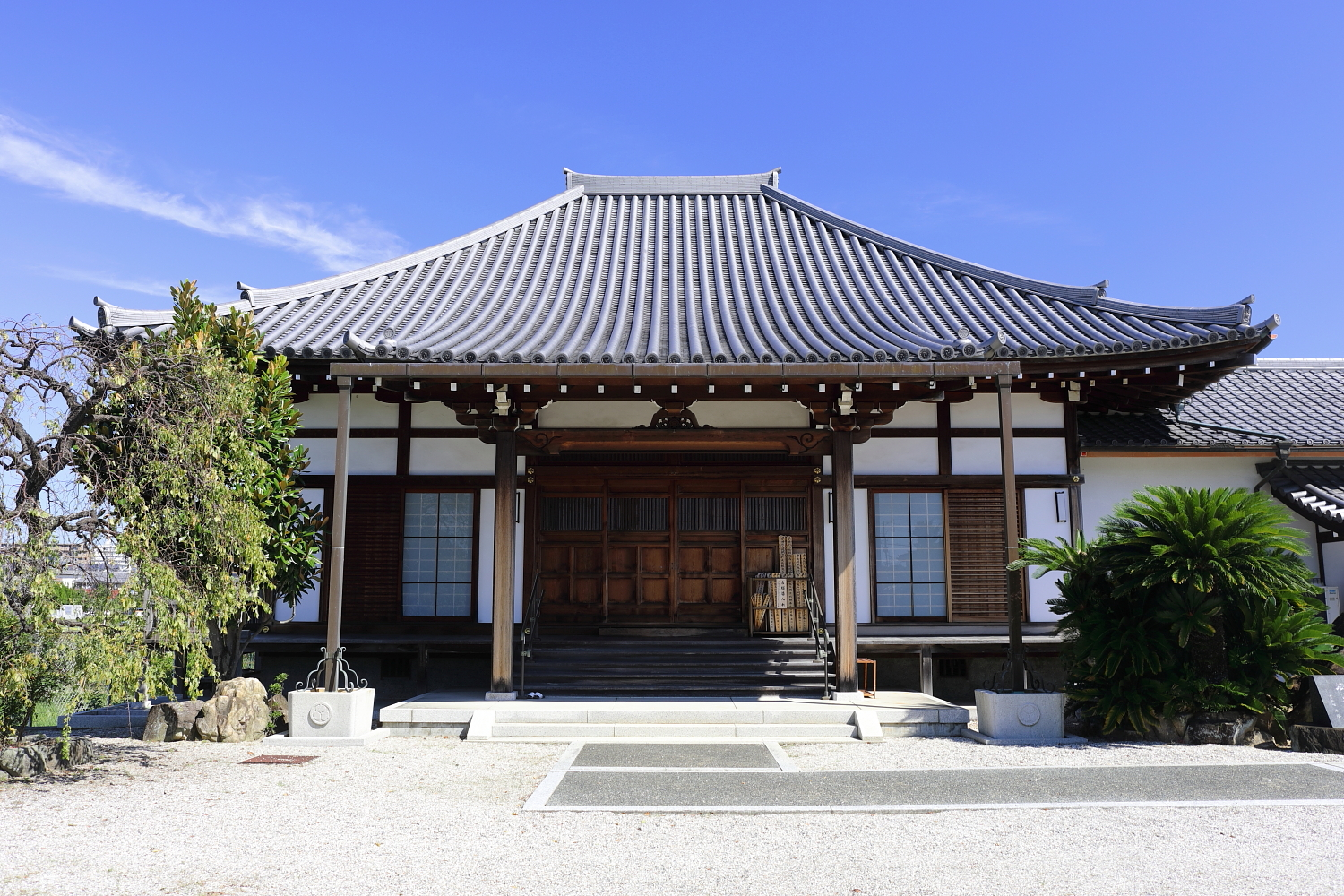
萬福寺本堂 （大林町、2019年（令和元年）9月）
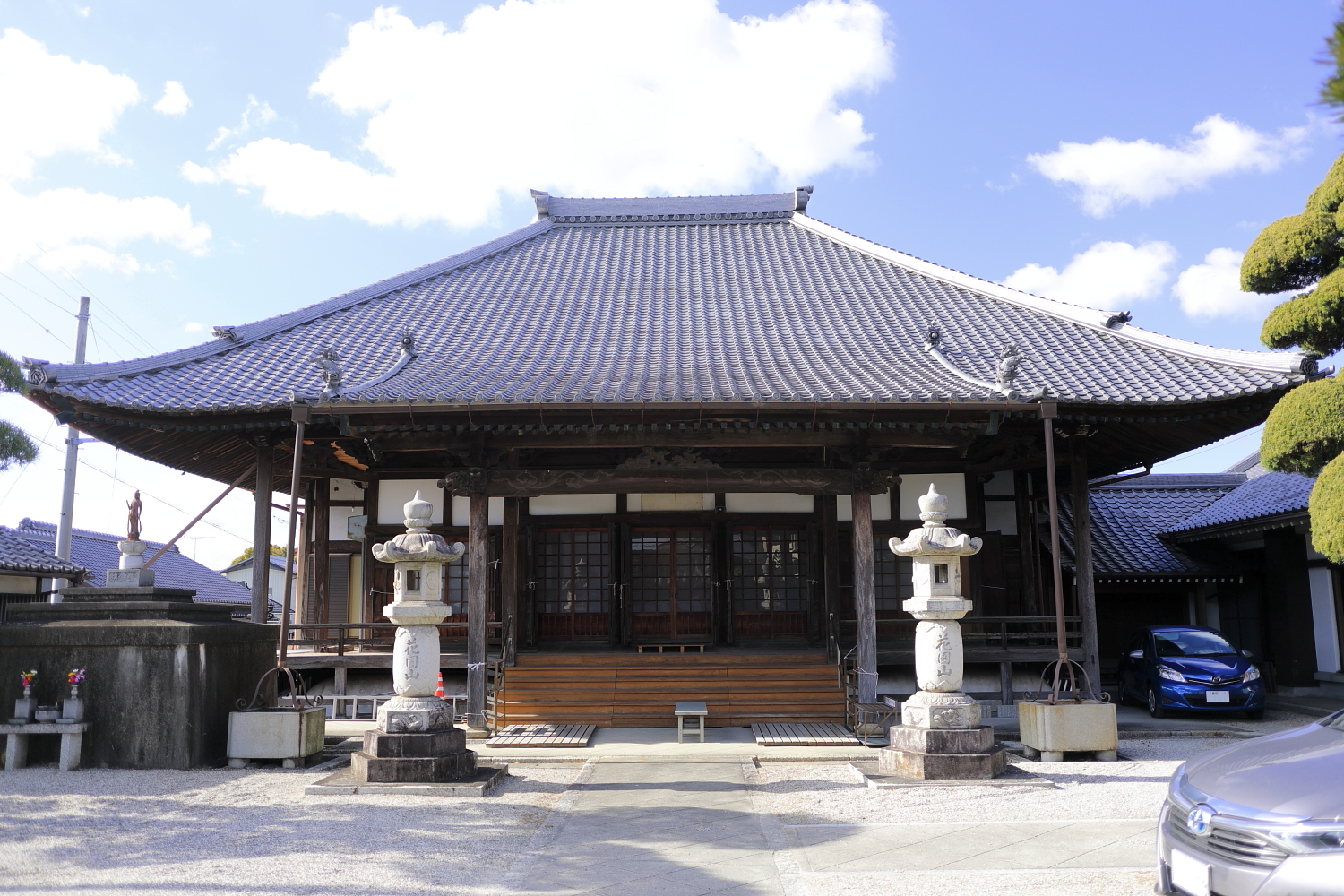
養寿寺本堂 （花園町、2019年（平成31年）1月）
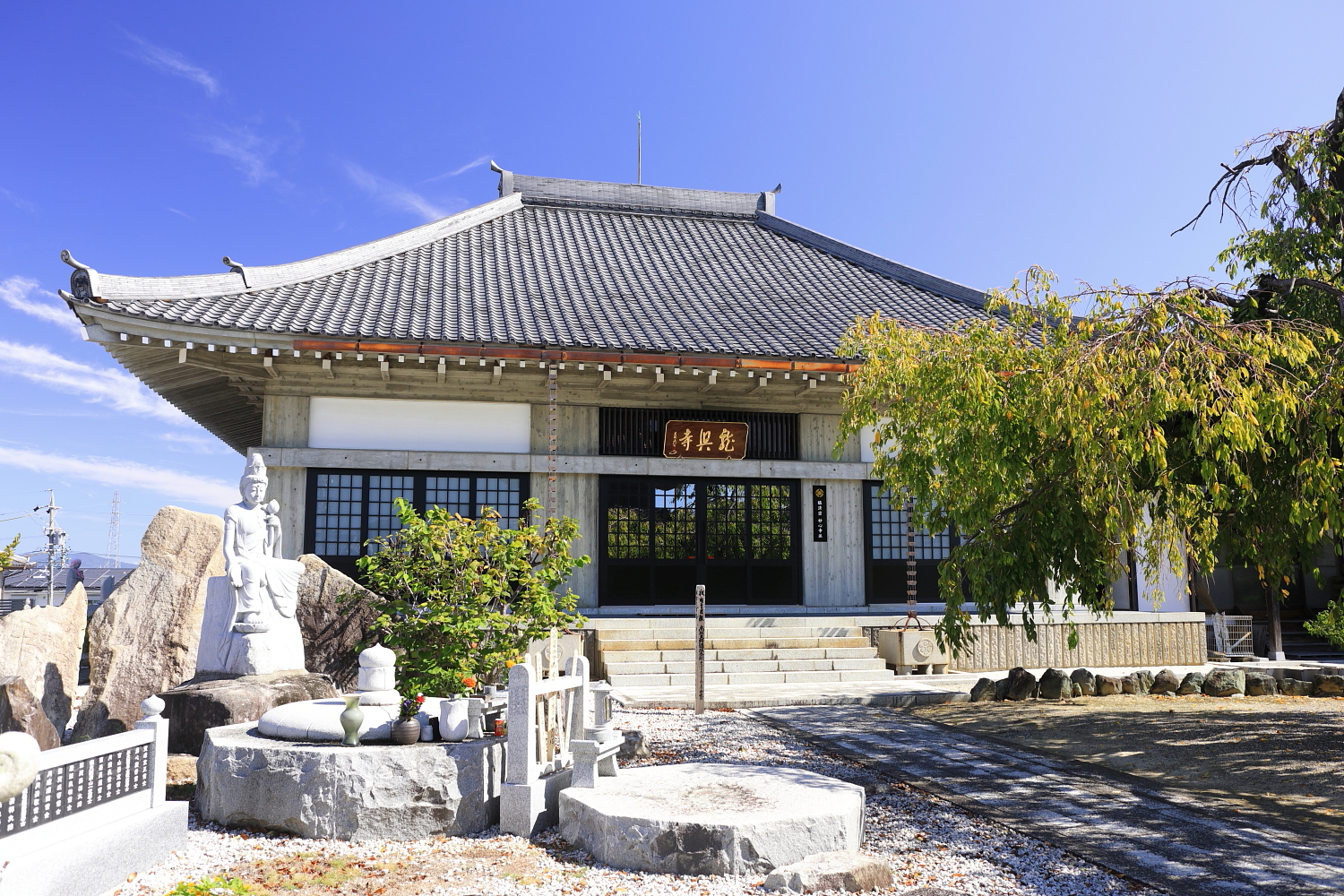
龍興寺本堂 （中町、2019年（令和元年）9月）

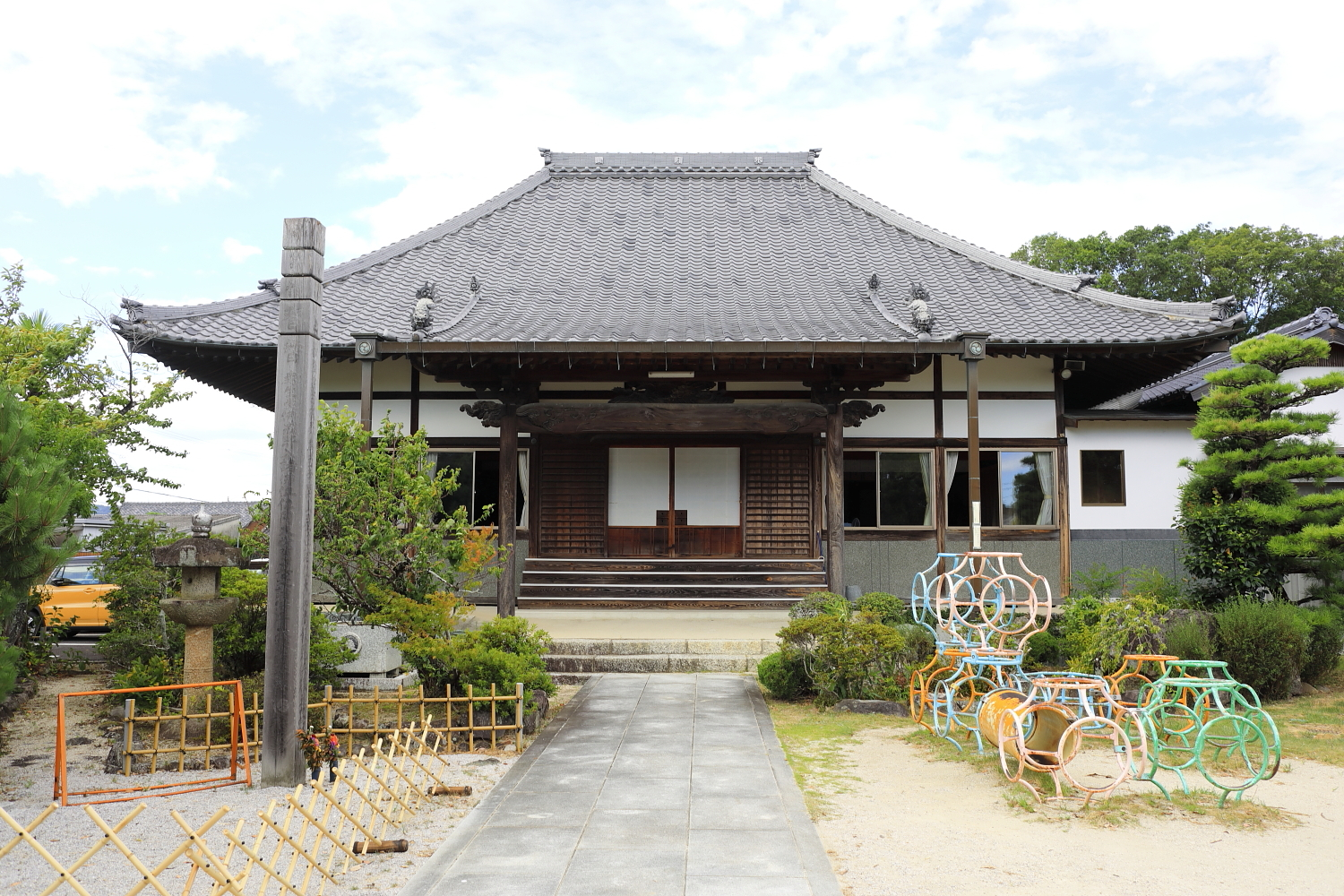
雲龍寺本堂 （四郷町、2019年（令和元年）8月）
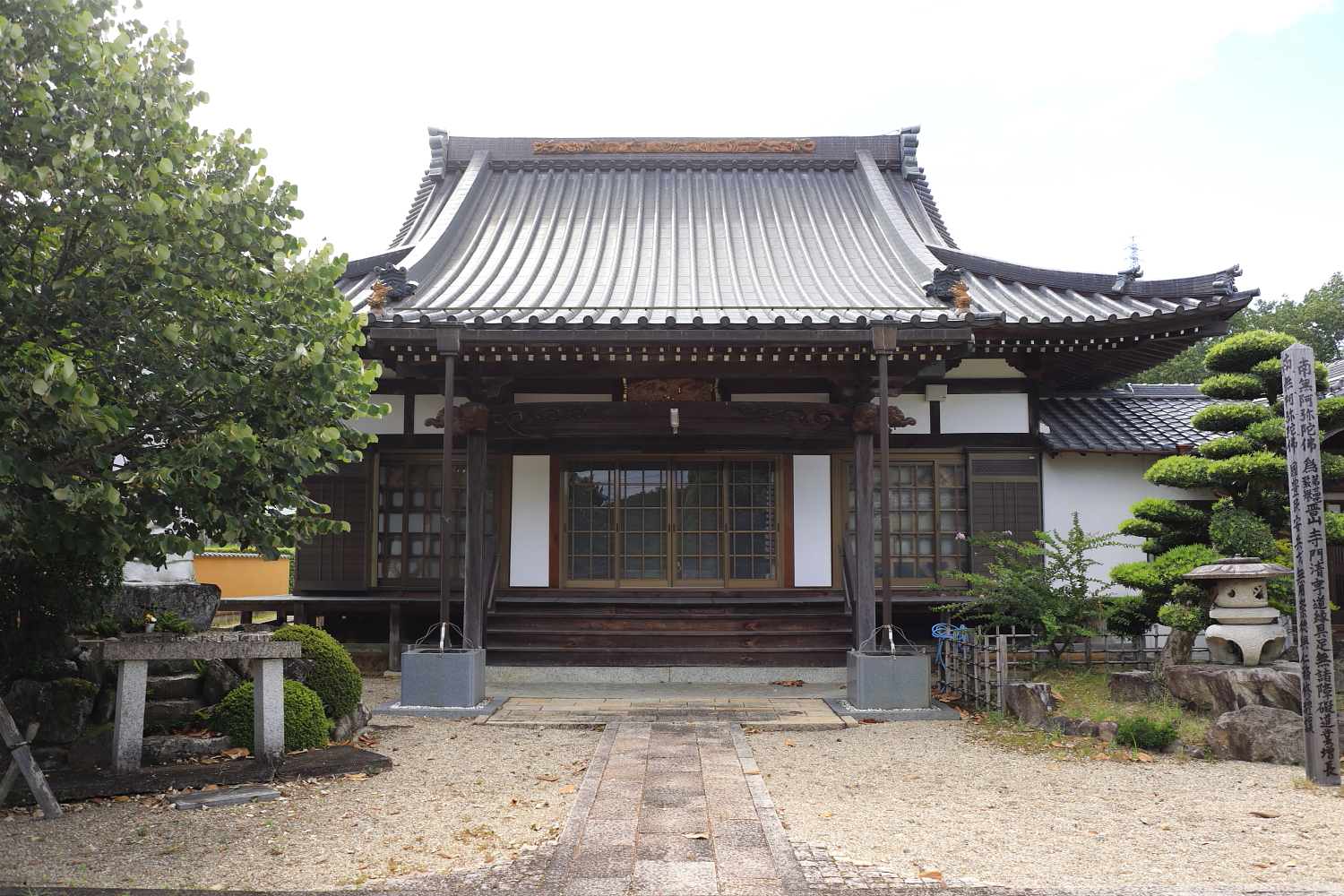
浄厳寺本堂 （御船町、2019年（令和元年）8月）
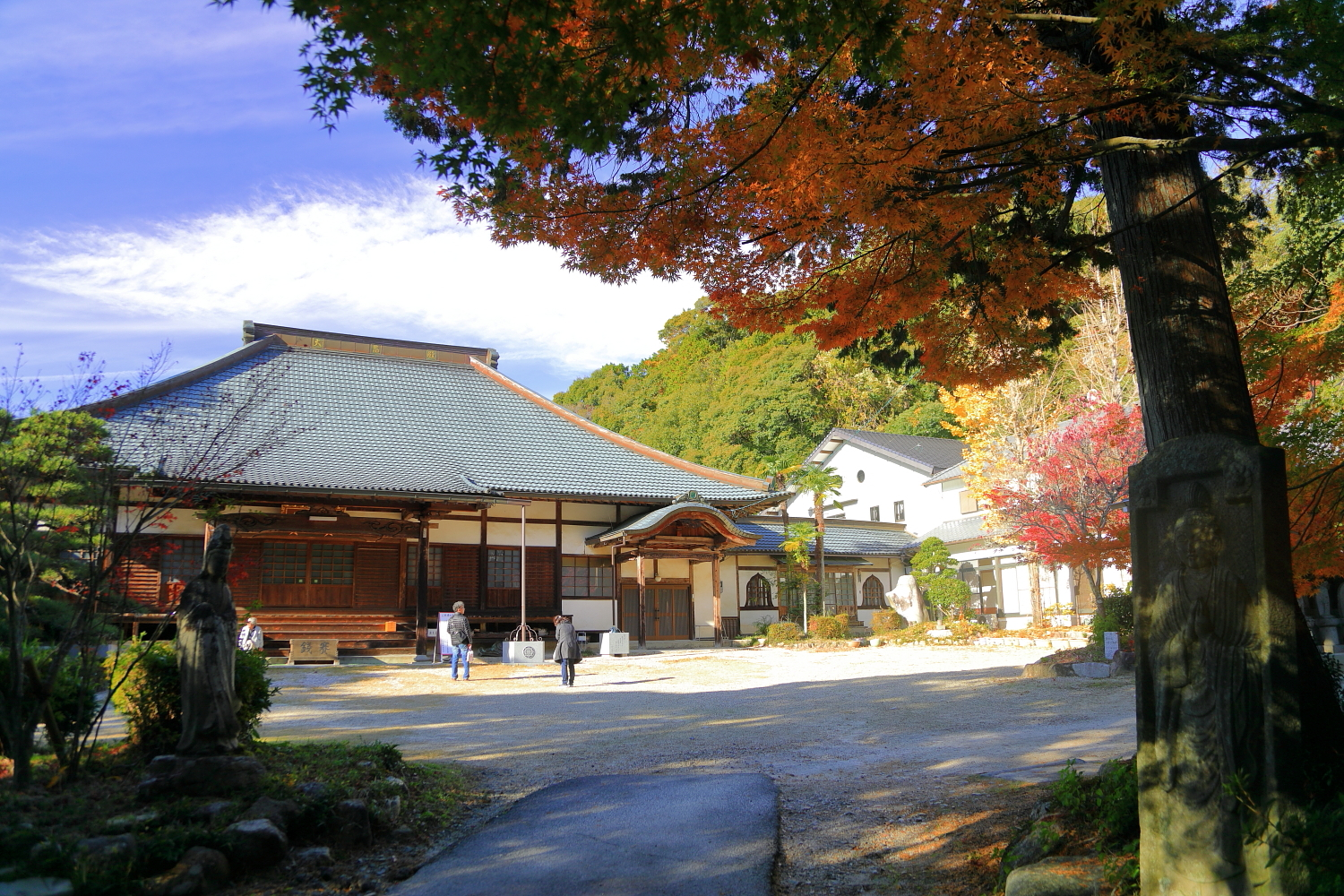
大悲殿東昌寺境内 （猿投町、2018年（平成30年）11月）
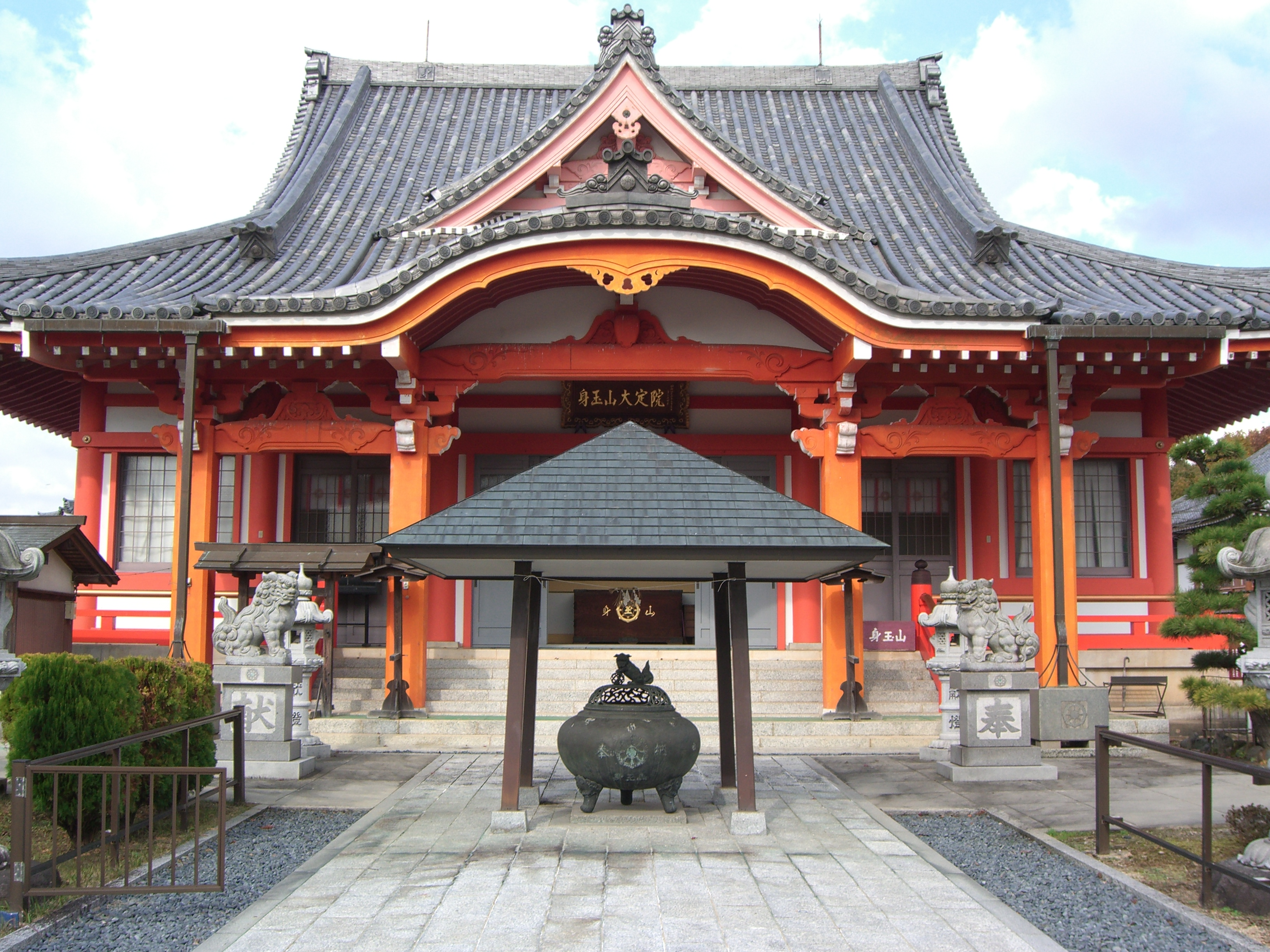
身玉山大定院本堂 （御船町、2006年（平成18年）11月）

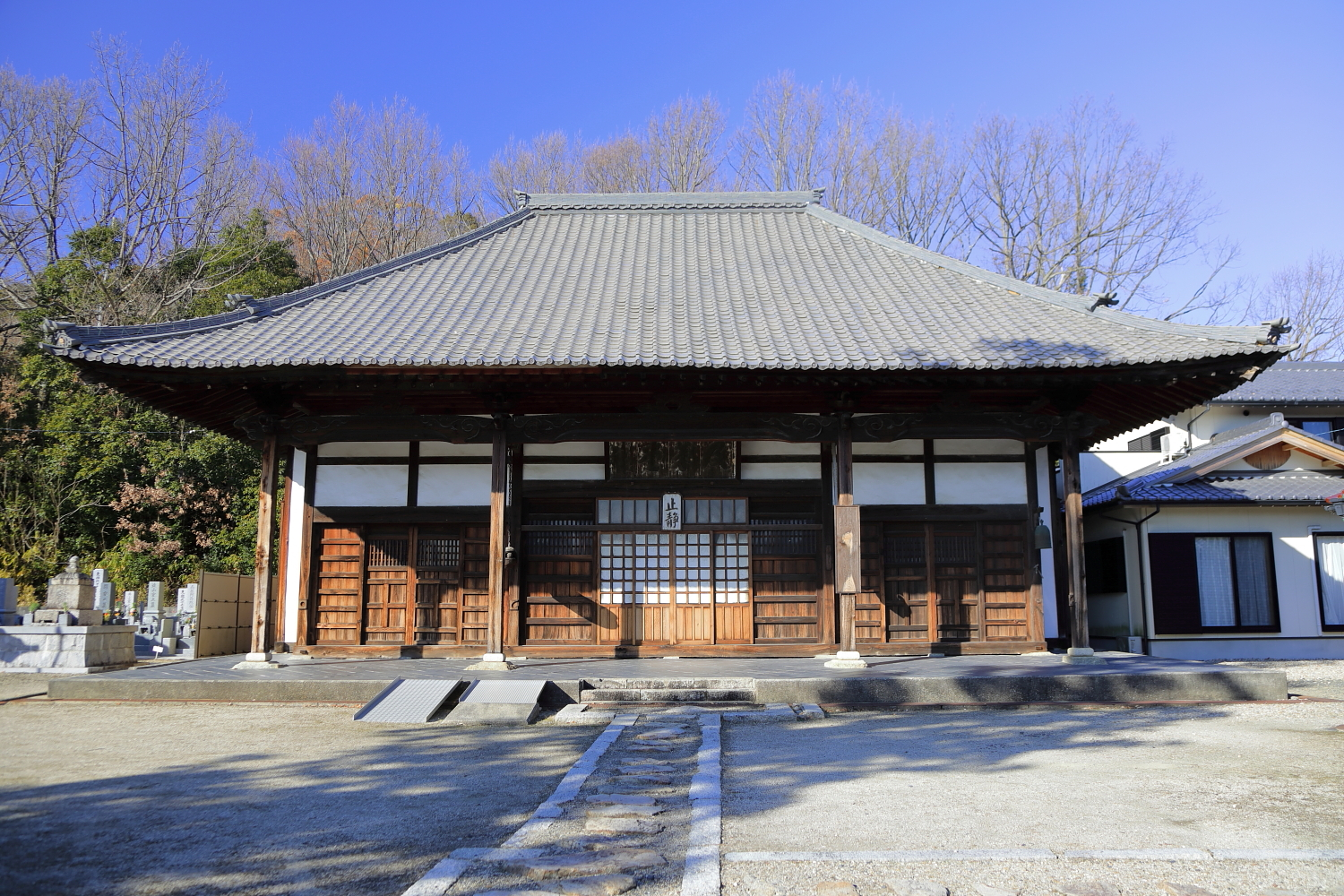
永福寺本堂 （保見町、2019年（平成31年）1月）
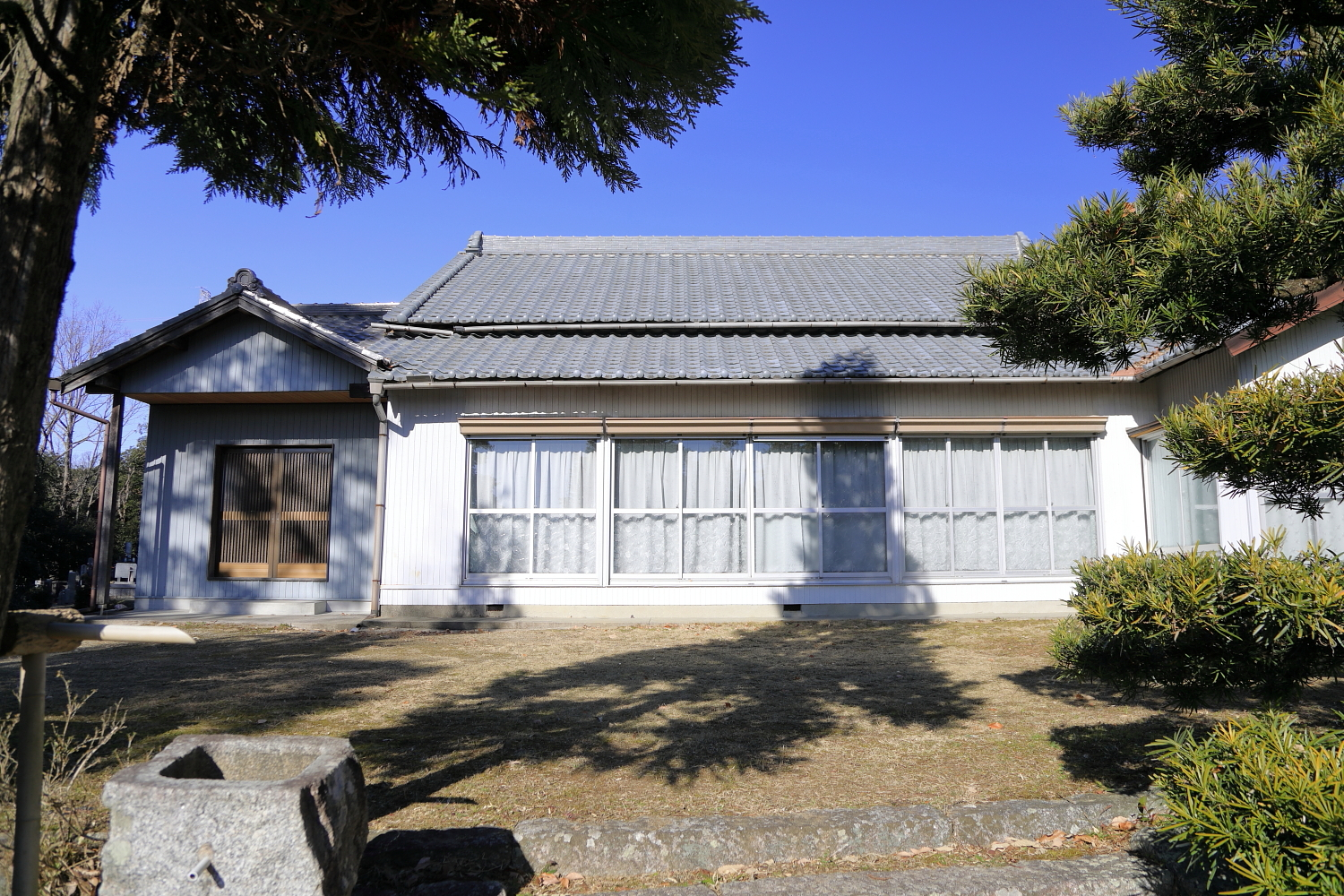
地蔵寺本堂 （保見町、2019年（平成31年）1月）
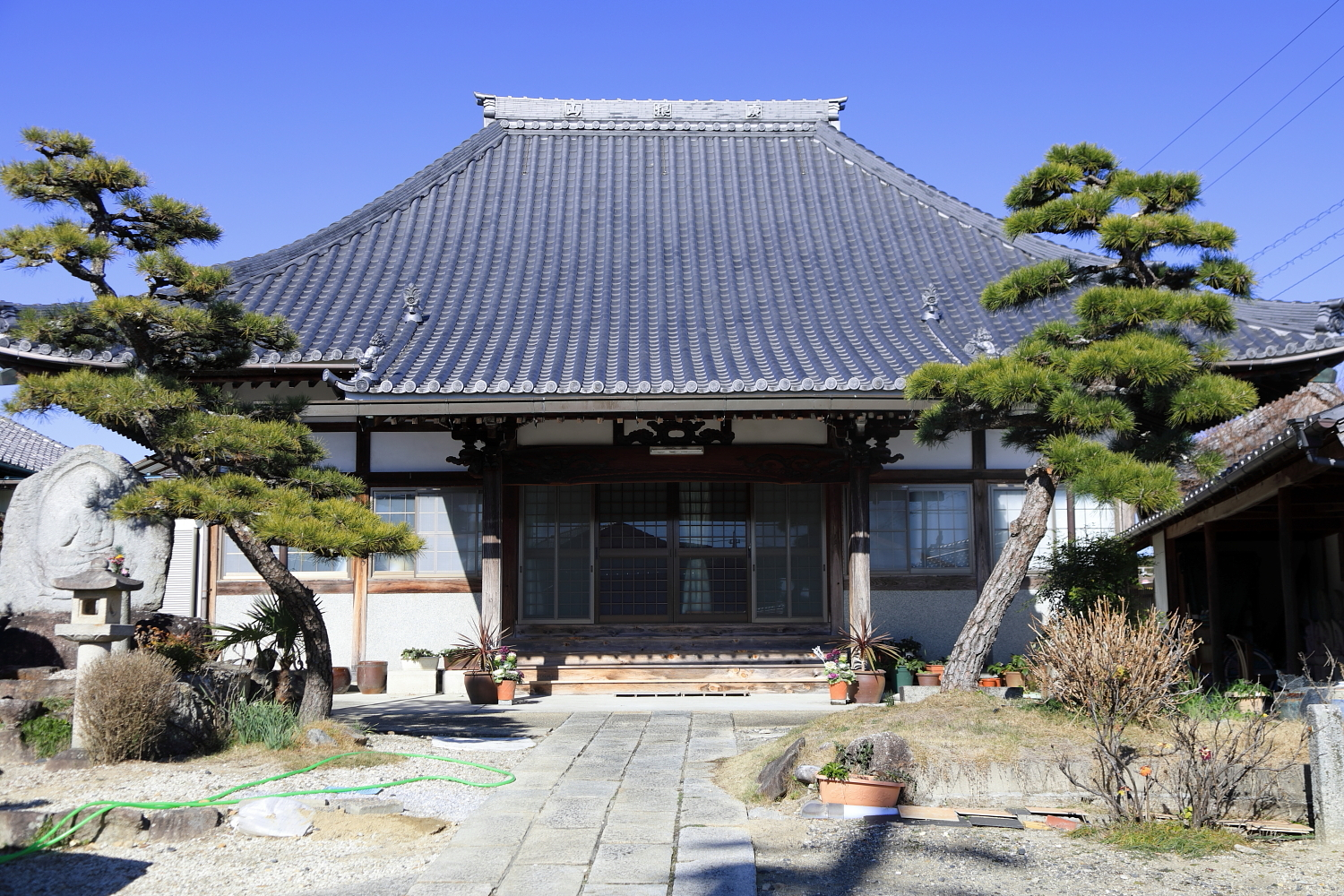
宋岳寺本堂 （貝津町、2019年（平成31年）1月）
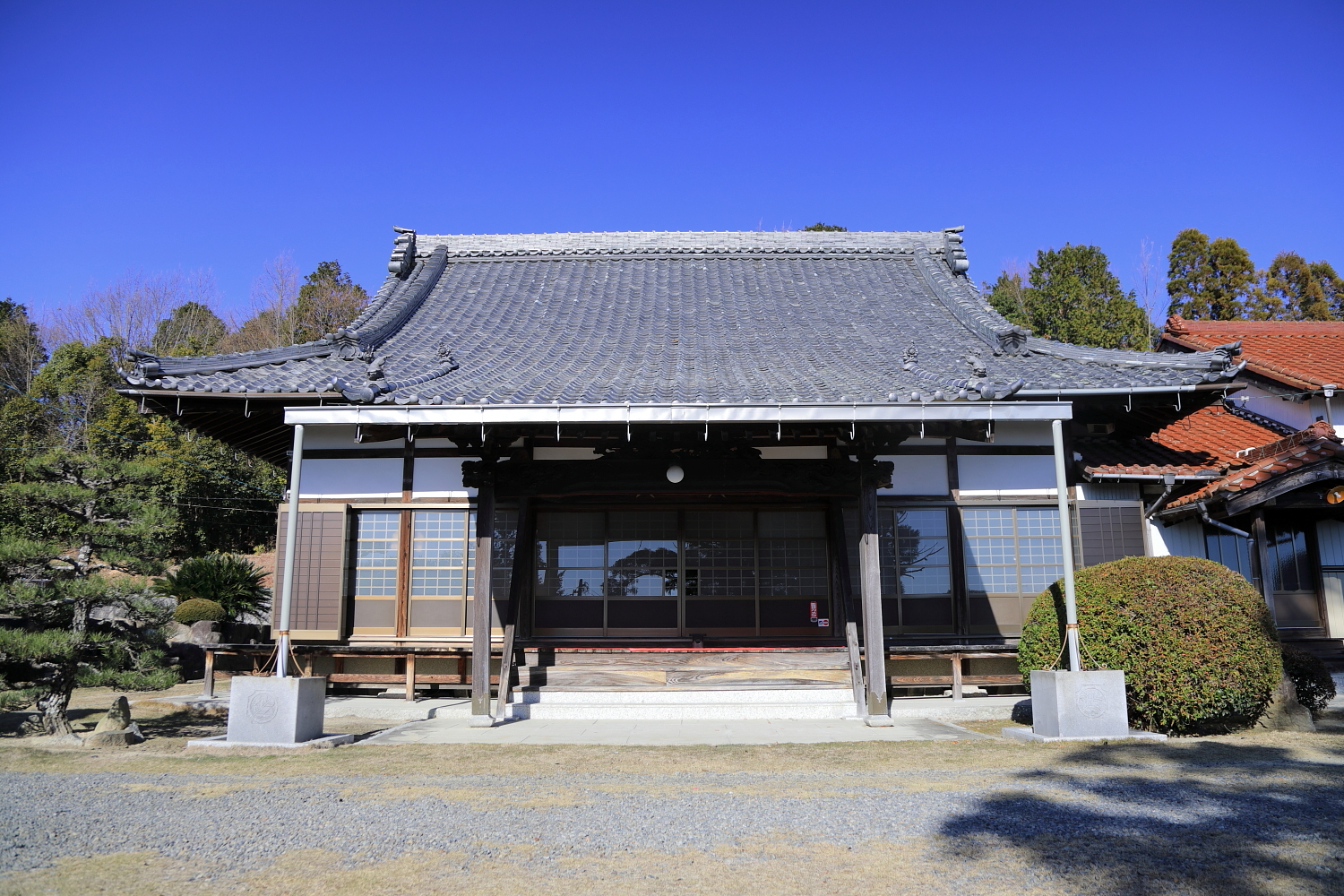
徳合院本堂 （東保見町、2019年（平成31年）1月）
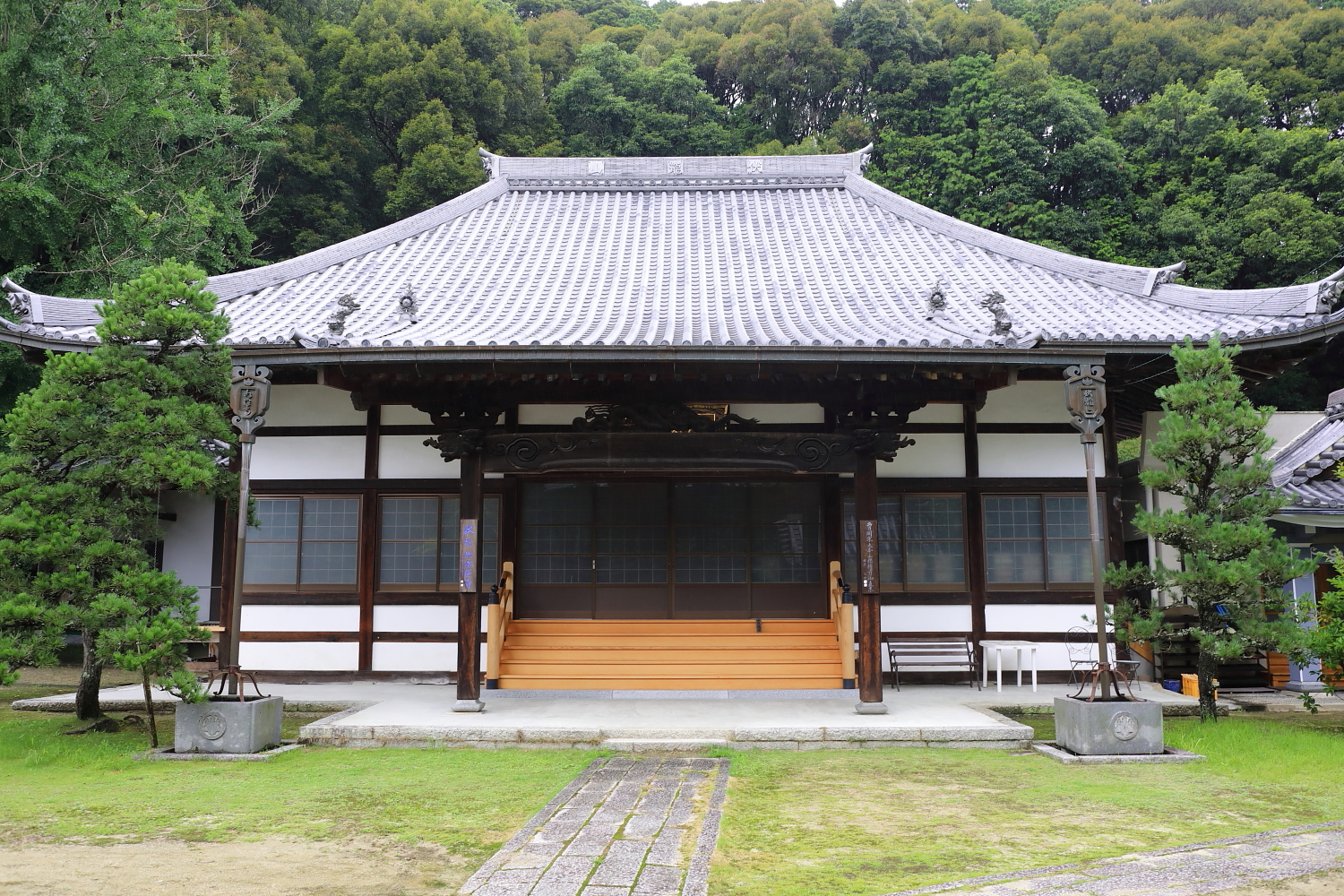
永沢寺本堂 （篠原町、2019年（令和元年）8月）
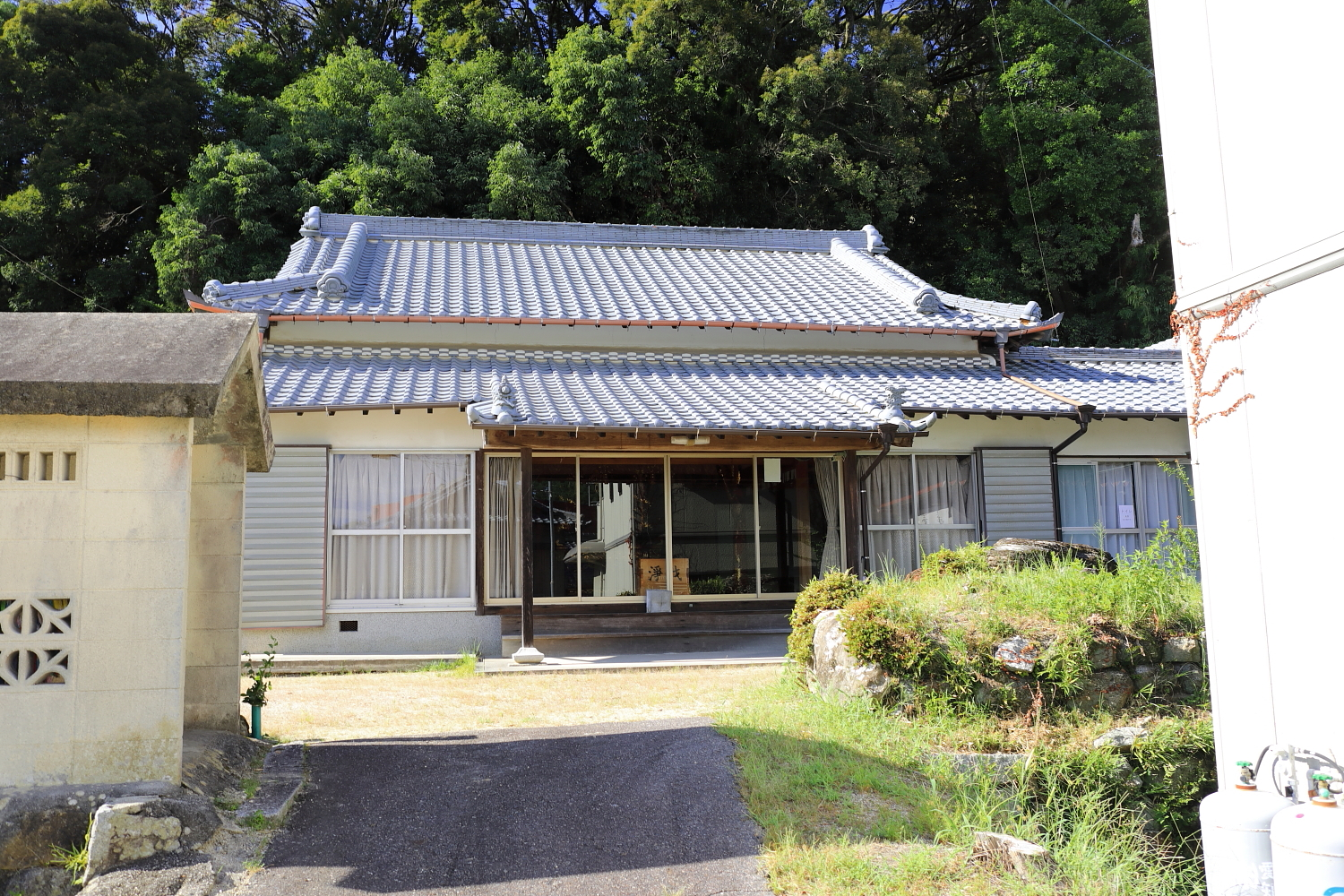
龍洞寺本堂 （篠原町、2019年（令和元年）8月）
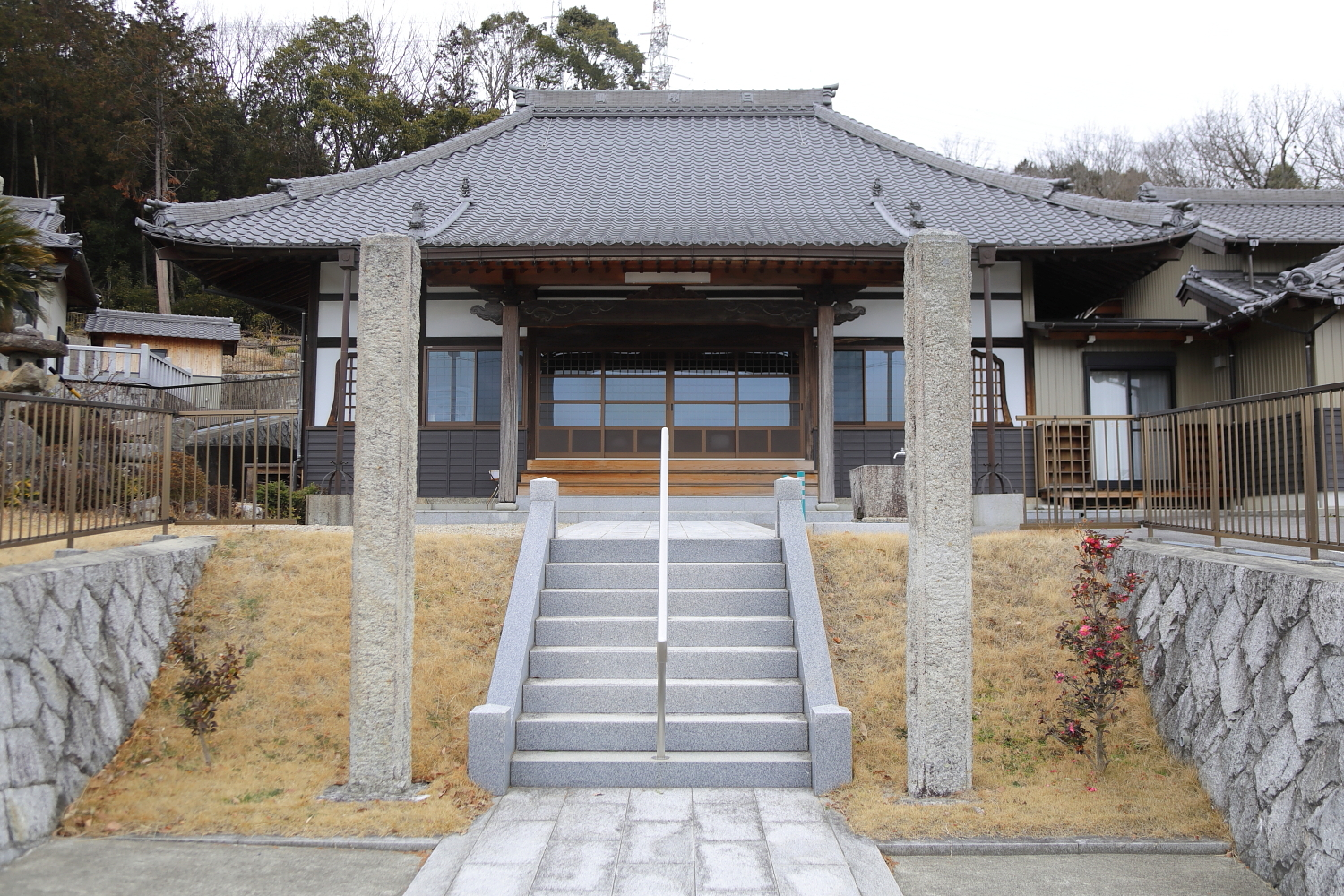
林光寺本堂 （田籾町、2019年（平成31年）2月）
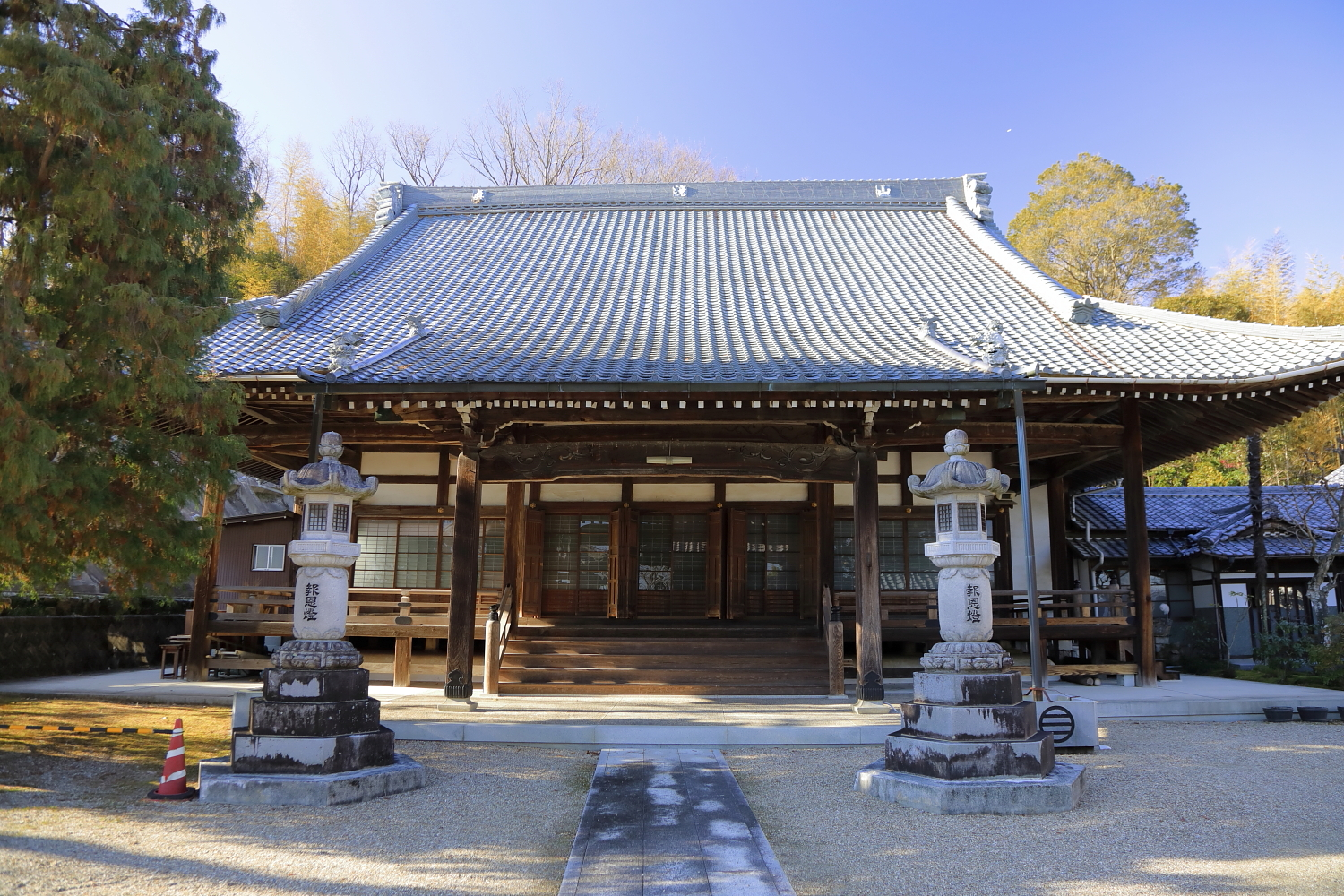
和徳寺本堂 （保見町、2019年（平成31年）1月）

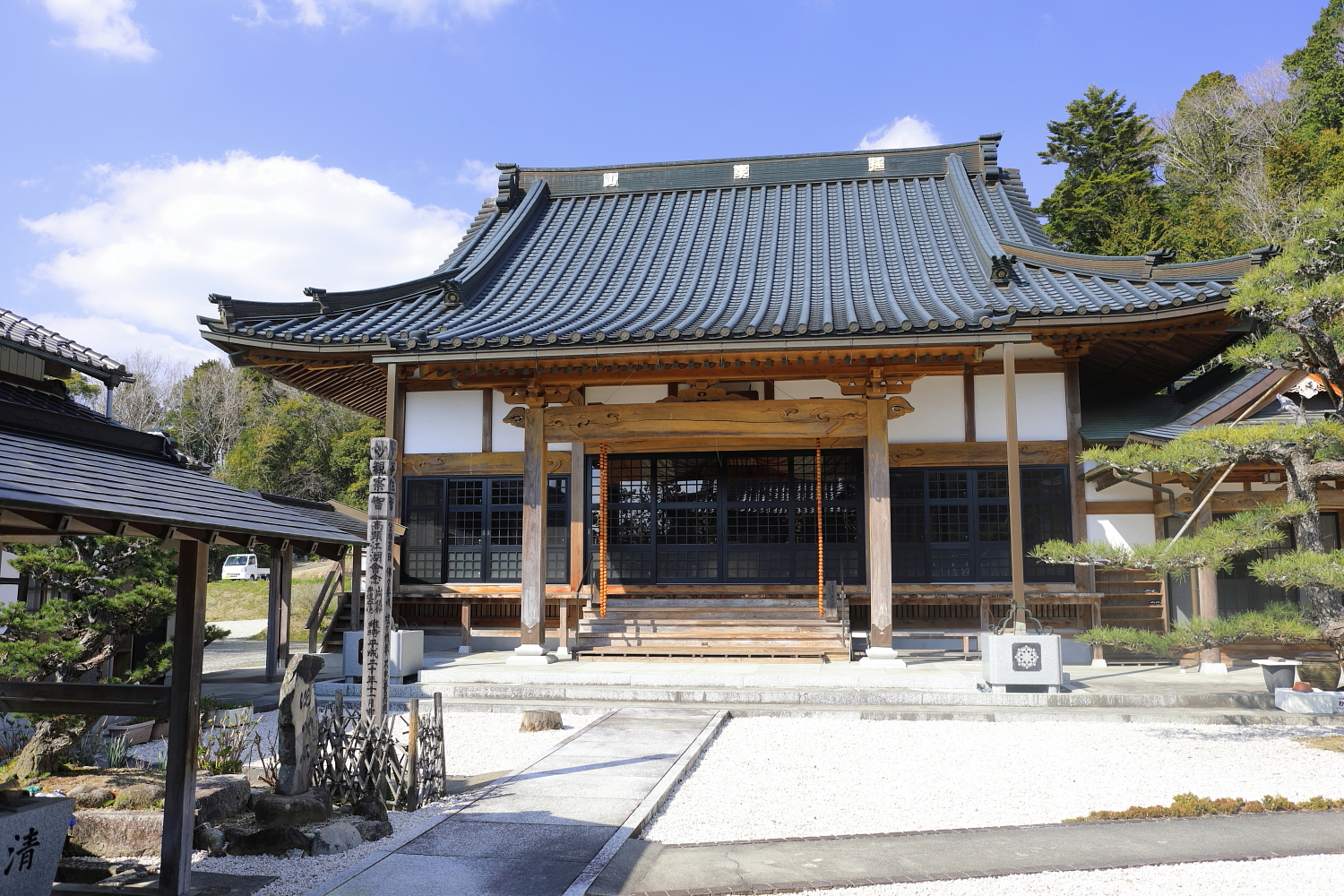
広沢寺本堂 （東広瀬町、2019年（平成31年）4月）
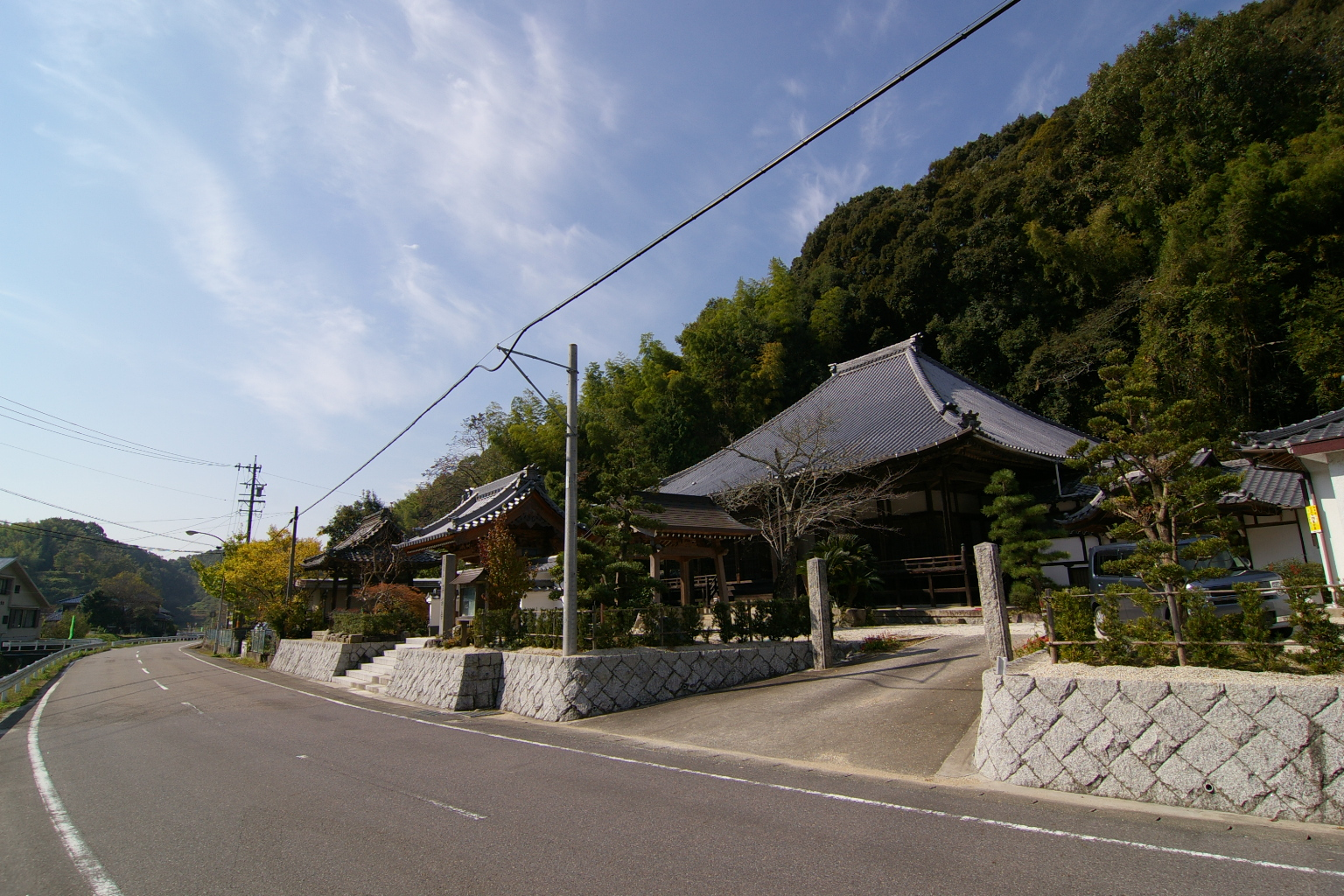
清通寺外観 （上高町、2009年（平成21年）10月）
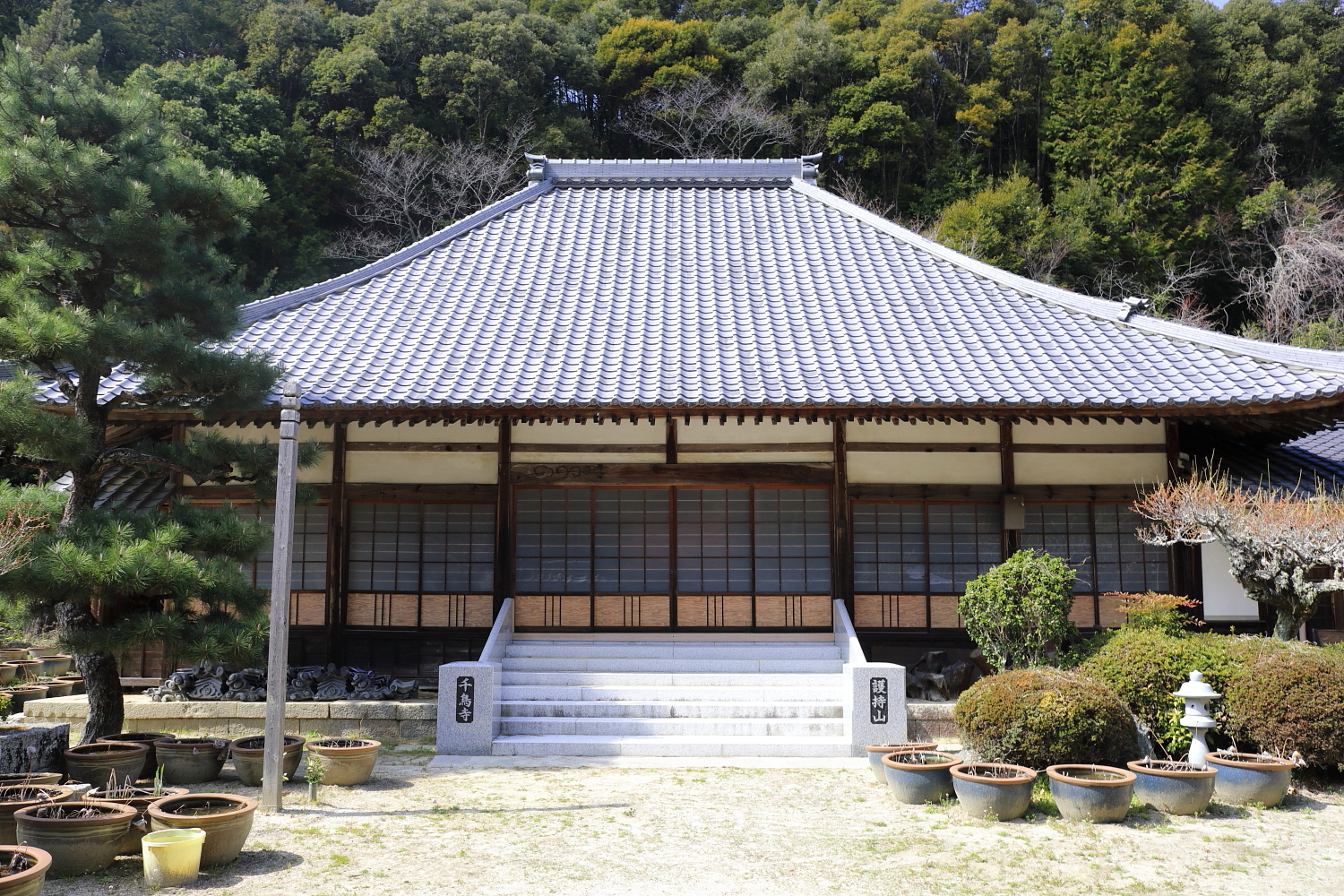
千鳥寺本堂 （千鳥町、2019年（平成31年）4月）
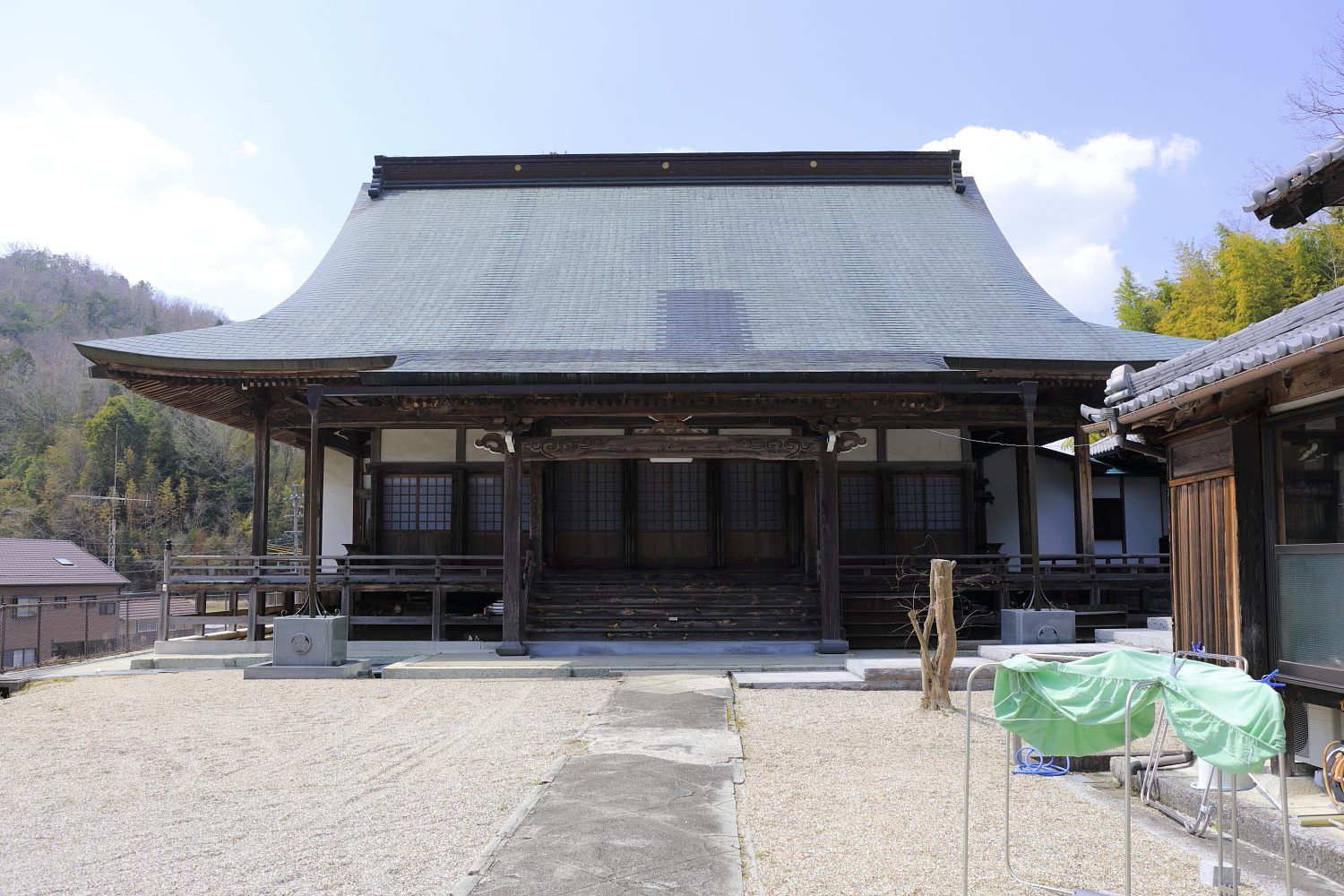
増慶寺本堂 （野口町、2019年（平成31年）4月）
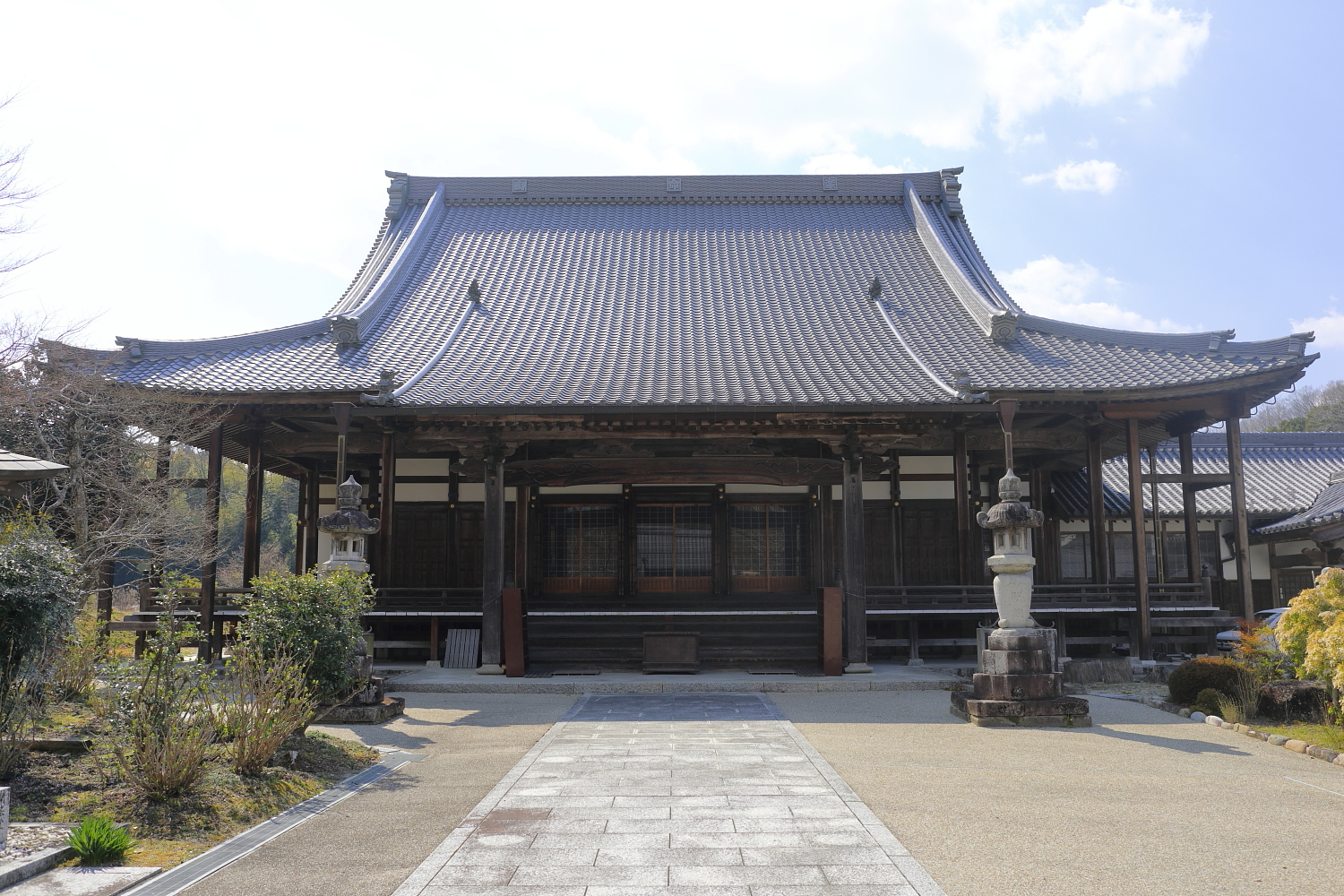
如意寺本堂 （力石町、2019年（平成31年）4月）

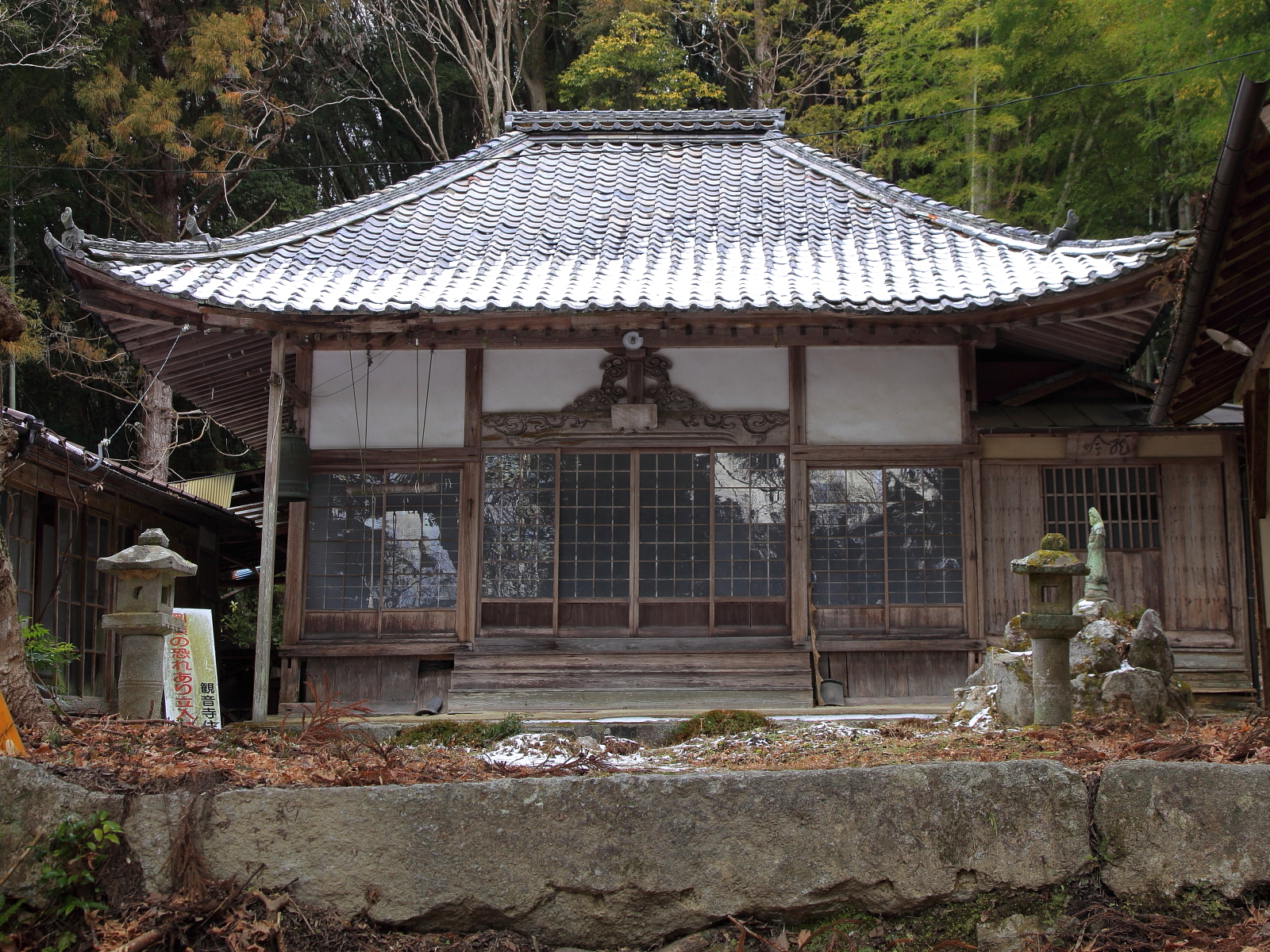
岩崎観音寺本堂 （足助町、2012年（平成24年）2月）
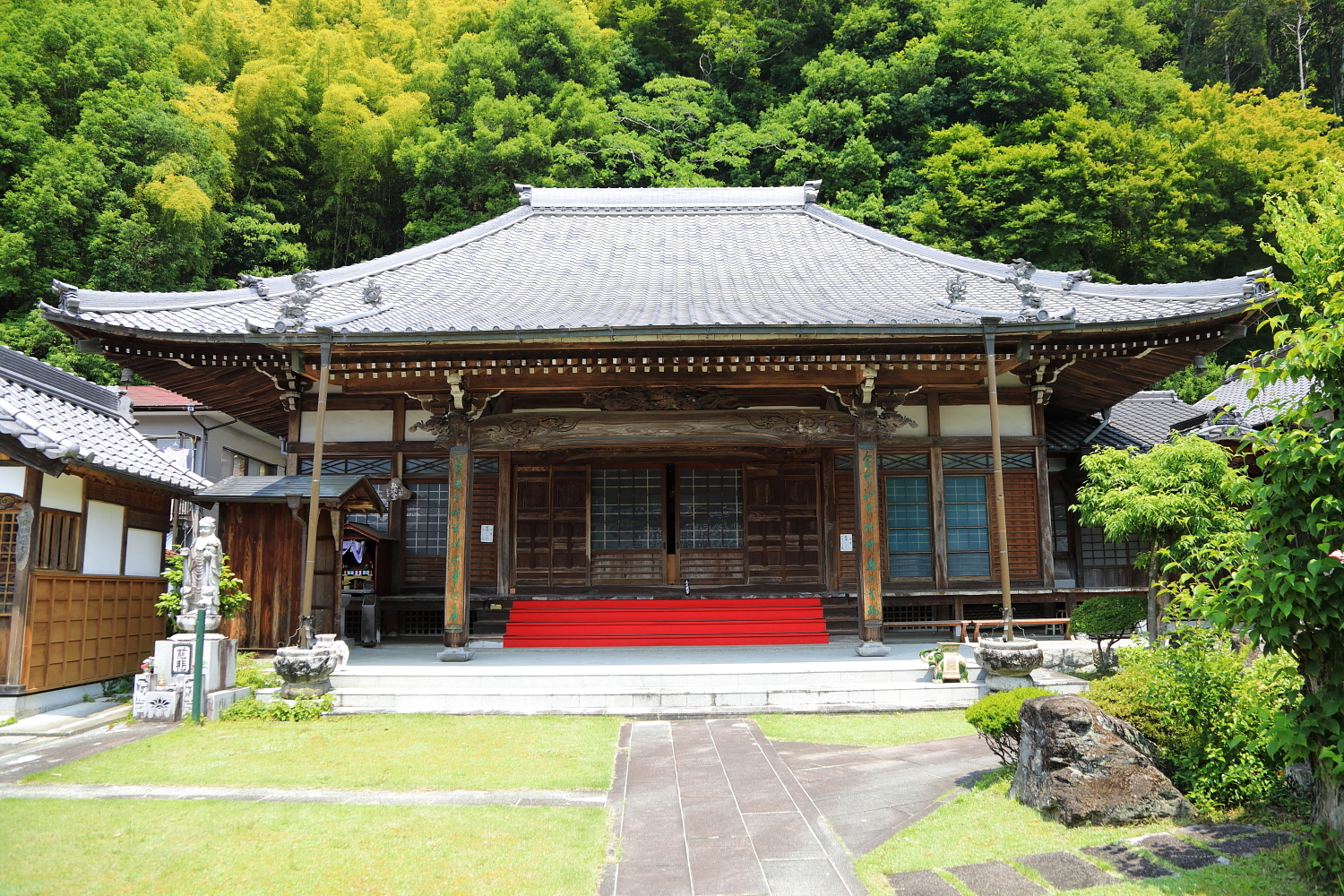
慶安寺本堂 （足助町、2019年（令和元年）6月）
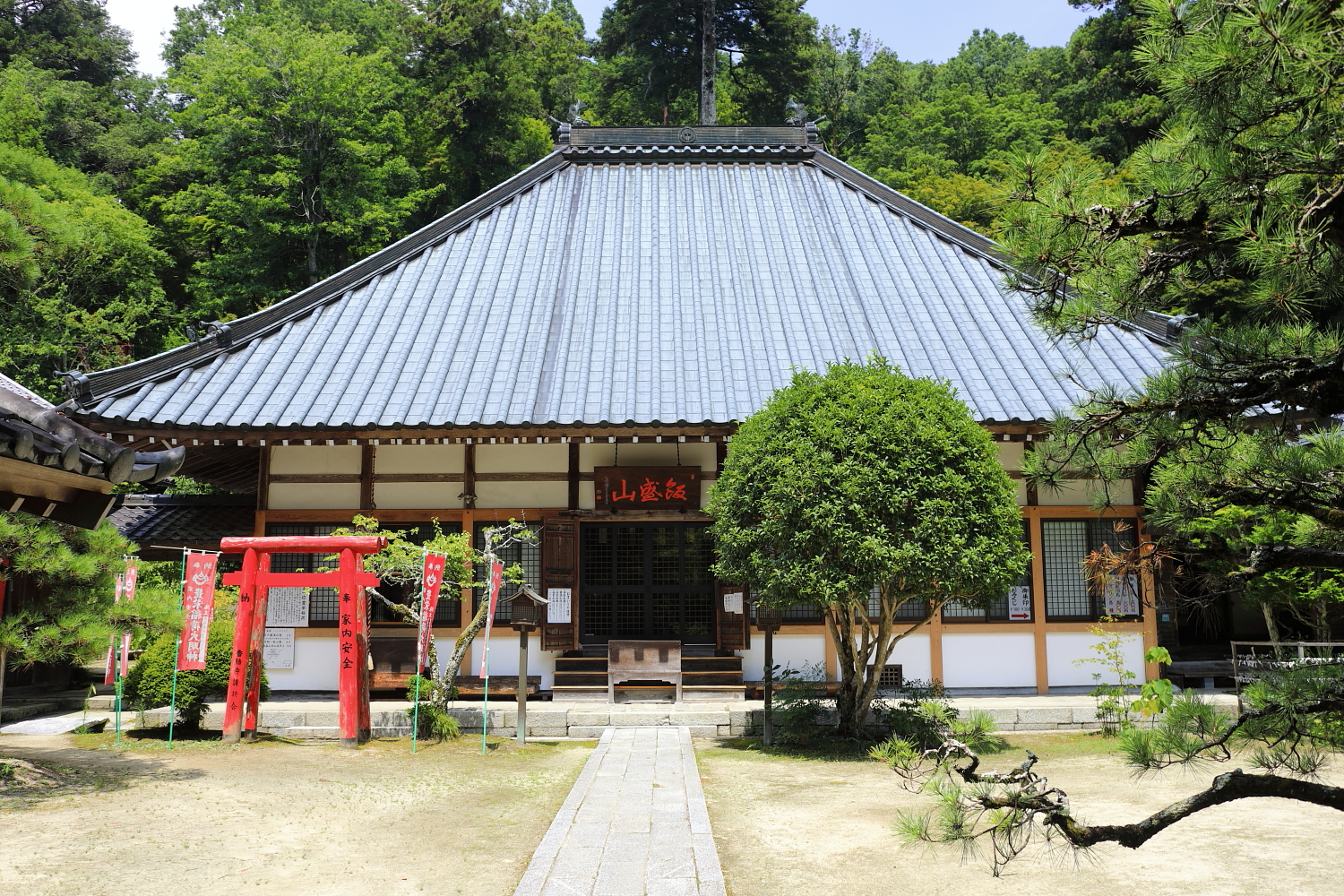
香積寺本堂 （足助町、2019年（令和元年）8月）
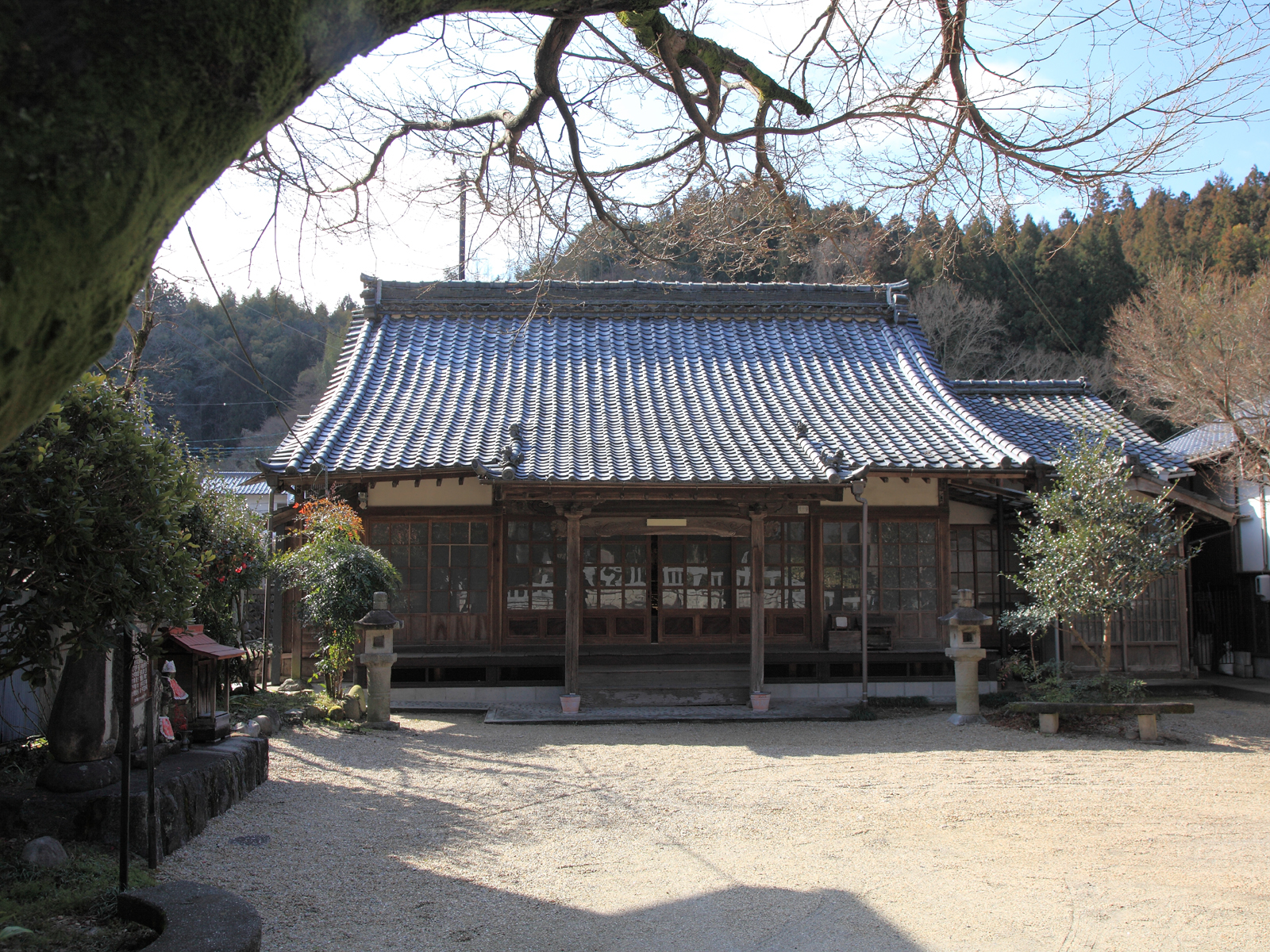
十王寺本堂 （足助町、2012年（平成24年）3月）
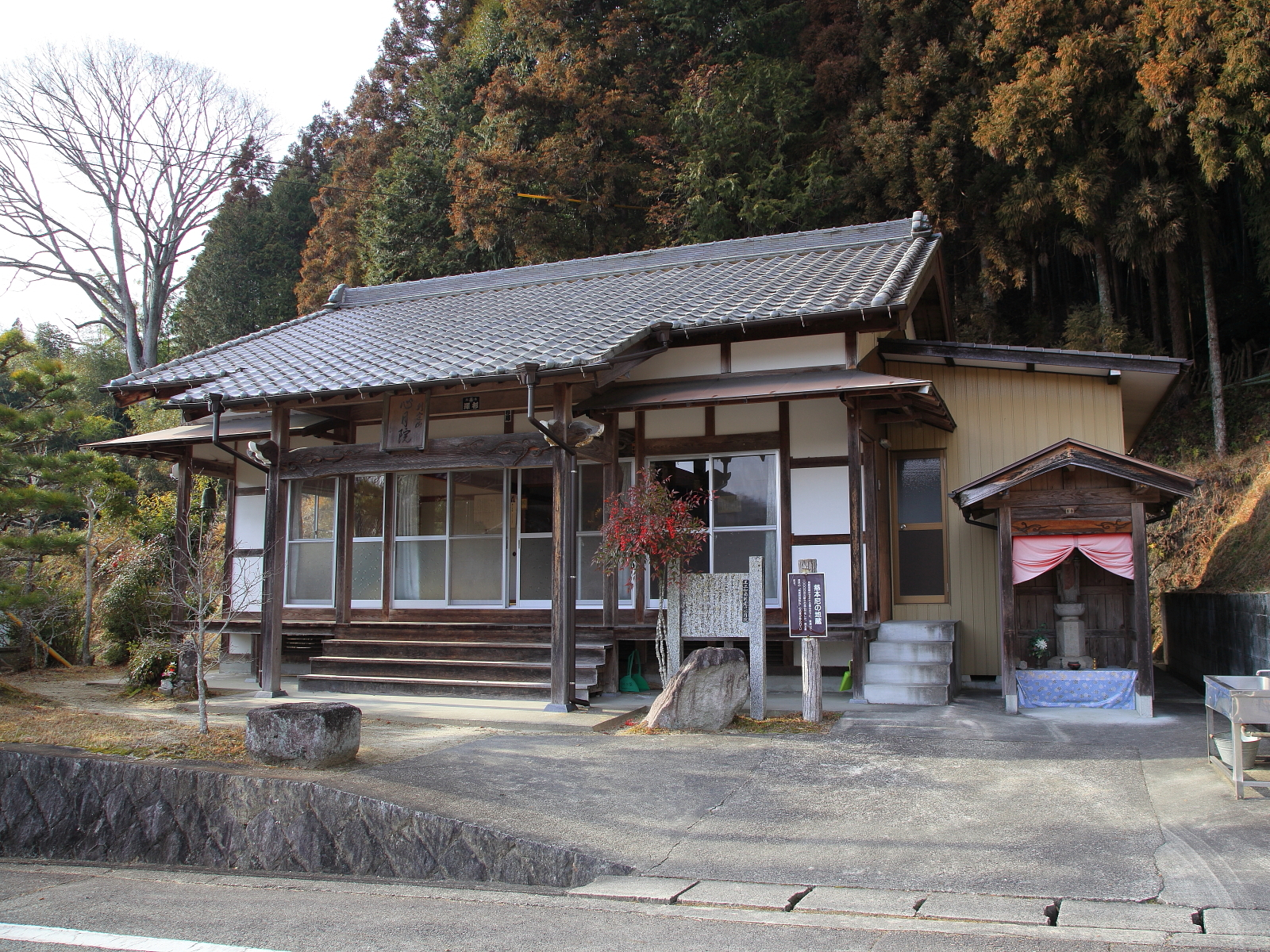
心月院 （則定町、2012年（平成24年）1月）
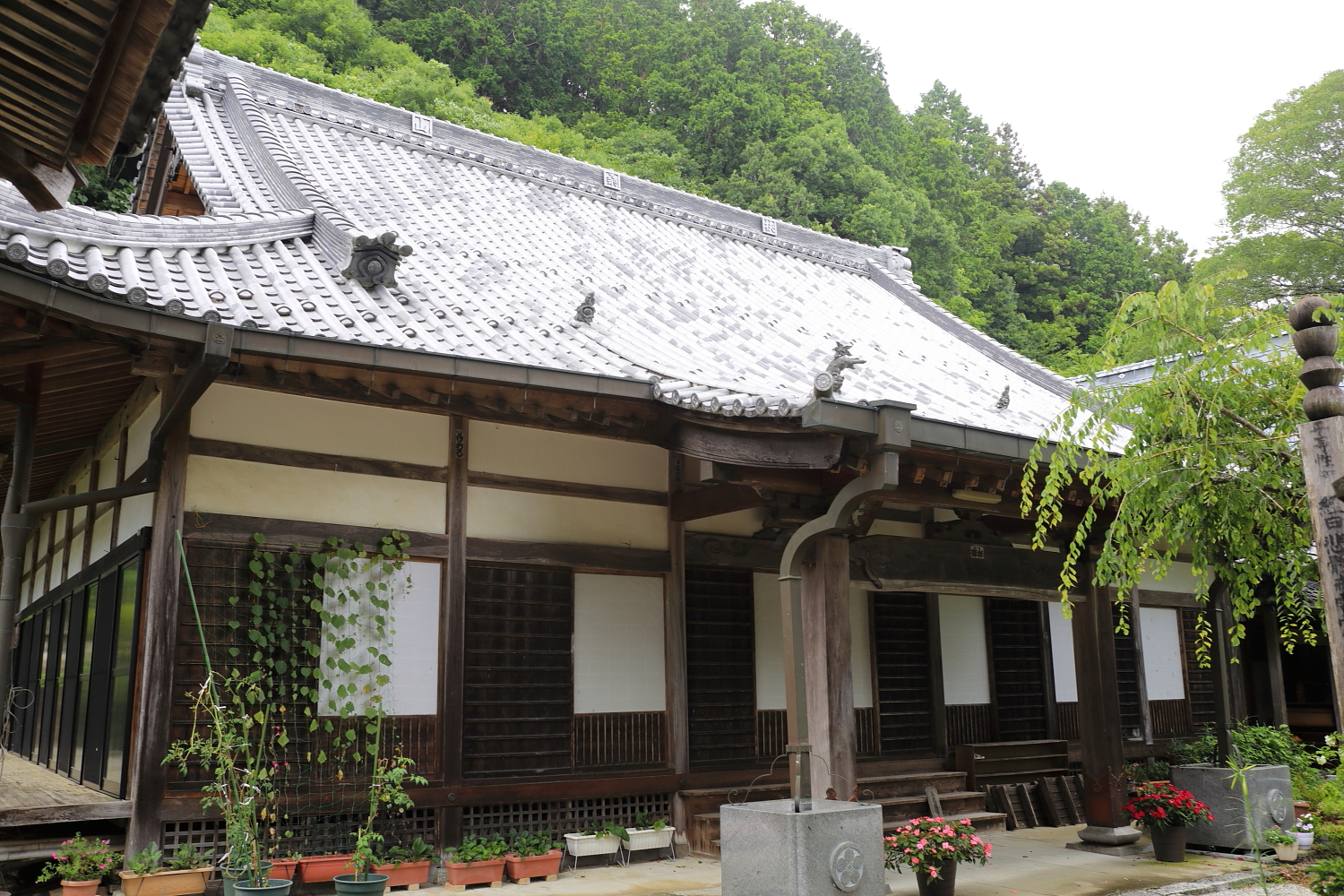
大鷲院本堂 （新盛町、2019年（令和元年）8月）
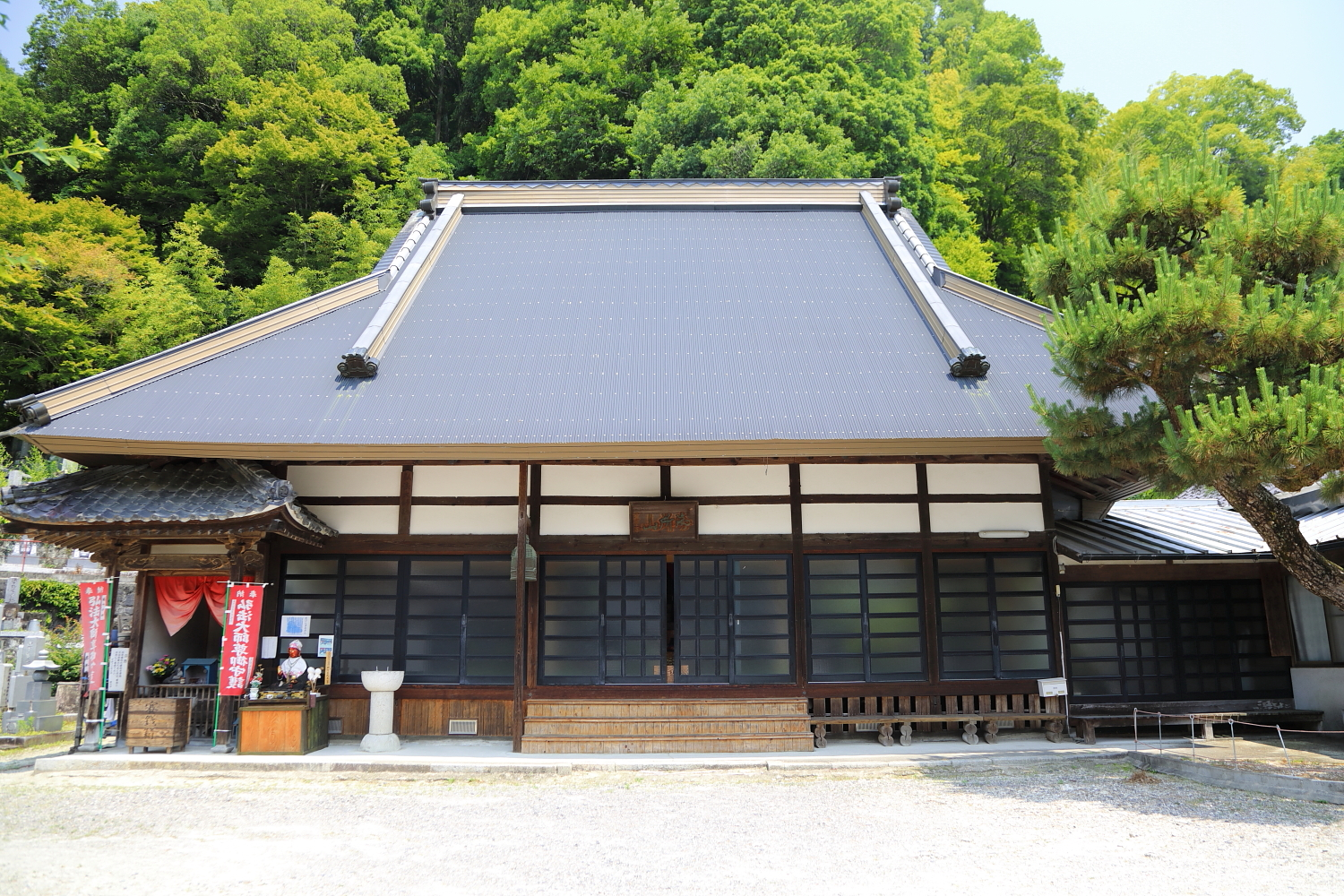
普光寺本堂 （足助町、2019年（令和元年）6月）
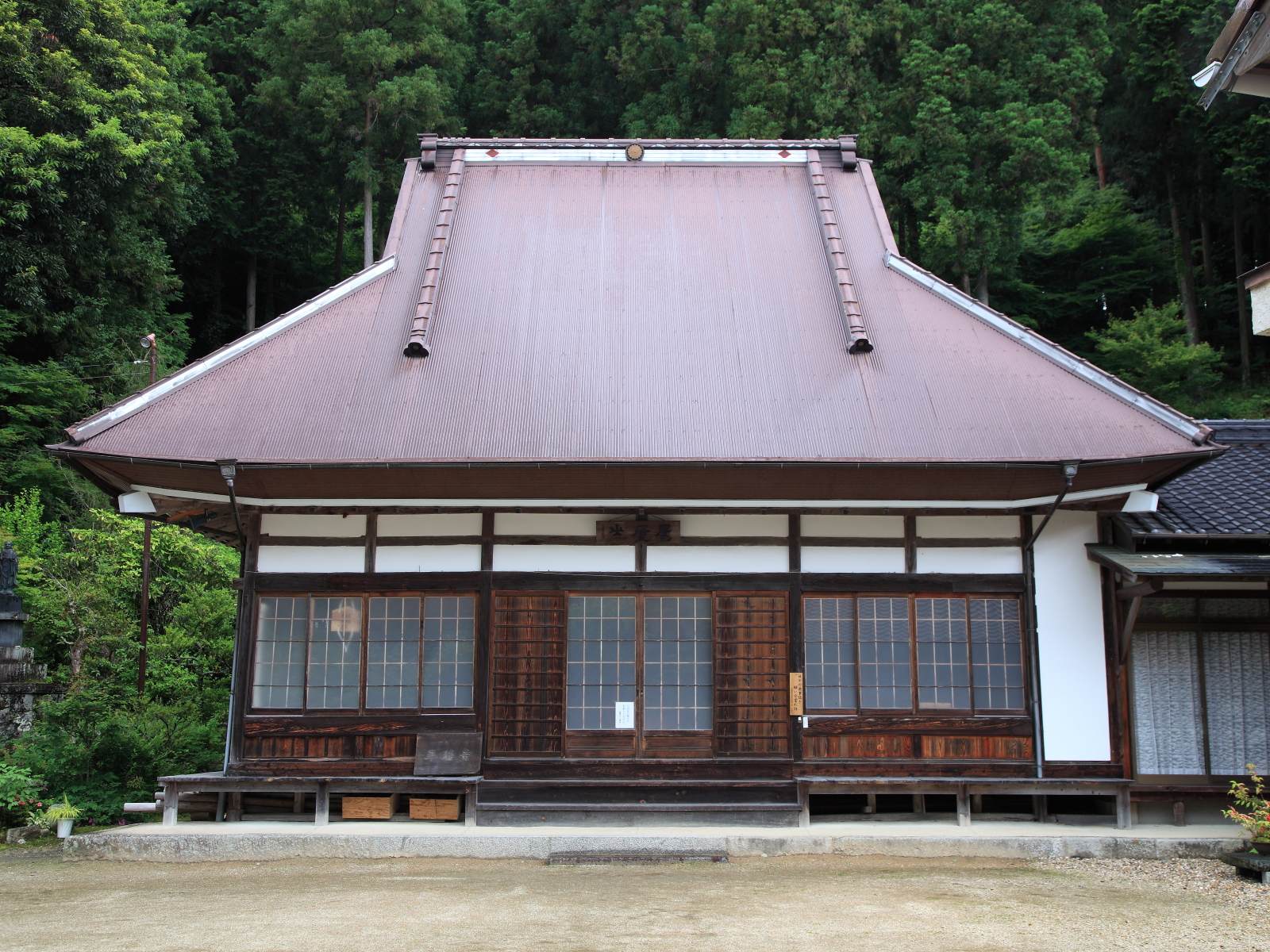
平勝寺本堂 （綾渡町、2012年（平成24年）6月）
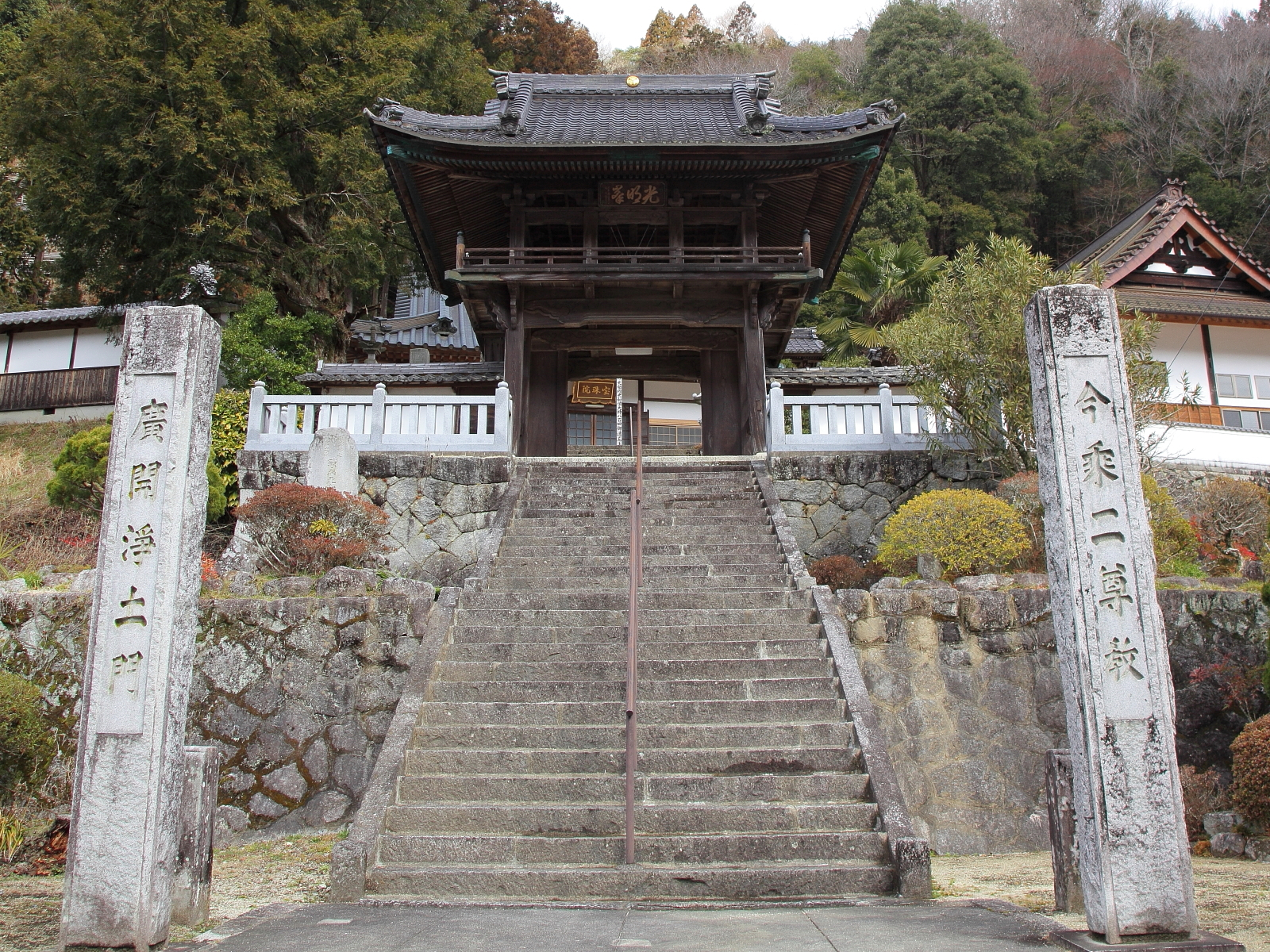
宝珠院山門 （足助町、2012年（平成24年）3月）

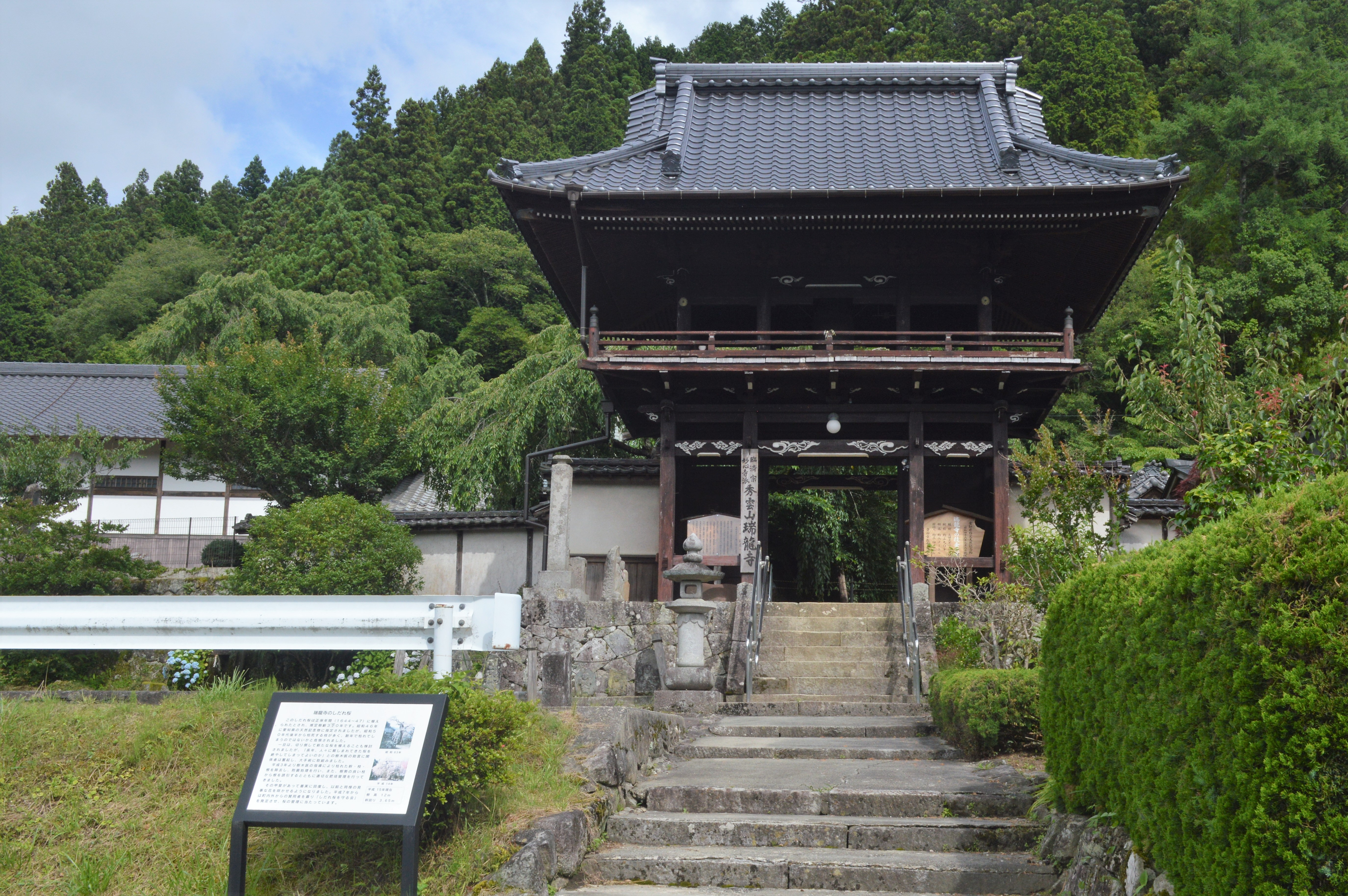
瑞龍寺山門 （稲武町、2018年（平成30年）6月）

挙母地区
- 安栖院 - 桜町。浄土宗。
- 安長寺 - 梅坪町。真宗大谷派。
- 一乗教会 - 竹生町。真宗興正派。
- 観音院 - 千足町。浄土宗西山深草派。
- 観音寺 - 本地町。臨済宗。
- 久修寺 - 東新町。日蓮正宗。
- 恵光寺 - 長興寺。臨済宗東福寺派。
- 庚申寺 - 東梅坪町。曹洞宗。
- 弘法院豊田稲荷 - 小坂本町。真言宗醍醐派。
- 光明寺 - 下市場町。浄土宗。
- 採養院 - 小坂町。浄土宗。
- 三光寺松鷹坊 - 金谷町。真言宗醍醐派。
- 浄覚寺 - 宮町。真宗大谷派。
- 無量院浄久寺 - 喜多町。浄土宗。
- 大盛院松元寺 - 本地町。浄土宗。
- 常行院願王寺 - 今町。浄土宗。
- 常光寺 - 下市場町。臨済宗東福寺派。
- 昌樹院 - 小坂町。浄土宗。
- 称念寺 - 河合町。浄土宗。
- 浄法寺 - 本新町。浄土宗。
- 神龍寺 - 朝日ケ丘。曹洞宗。
- 水音寺 - 上挙母。真言宗醍醐派。
- 瑞光院 - 挙母町。浄土宗。
- 善宿寺 - 下林町。真宗大谷派。
- 大亀院 - 長興寺。
- 長興寺 - 長興寺。臨済宗東福寺派。
- 道住寺 - 本地町。真宗大谷派。
- 紫雲院洞泉寺 - 小坂町。浄土宗。
- 徳住寺 - 竹生町。浄土宗。
- 如来寺 - 本新町。真宗大谷派。
- 福寿院無量寺 - 宮口町。浄土宗。
- 乗願院福満寺 - 金谷町。浄土宗。
- 本覚院法雲寺 - 土橋町。浄土宗。
- 三河別院挙母支院 - 神明町。真宗大谷派。
- 妙見寺 - 日南町。日蓮宗。
- 薬王寺 - 小坂町。浄土宗。
- 薬師寺 - 京町。曹洞宗。
- 陽龍寺 - 樹木町。真宗大谷派。
- 龍寿院 - 千足町。臨済宗永源寺派。
- 霊岩寺 - 平芝町。曹洞宗。

- 安長寺本堂
（梅坪町、2019年（平成31年）4月）
- 三光寺本堂
（金谷町、2019年（平成31年）1月）
- 浄覚寺本堂
（宮町、2019年（平成31年）4月）
- 常行院本堂
（今町、2019年（平成31年）2月）
- 神龍寺本堂
（朝日ケ丘、2019年（令和元年）9月）
- 水音寺本堂
（上挙母、2019年（平成31年）1月）
- 長興寺本堂
（長興寺、2019年（平成31年）4月）
- 洞泉寺本堂
（小坂町、2019年（平成31年）4月）
- 如来寺本堂
（本新町、2019年（平成31年）4月）
- 陽龍寺本堂
（樹木町、2019年（平成31年）1月）

高橋地区
- 医王寺 - 矢並町。曹洞宗。
- 往生院地蔵寺 - 高橋町。浄土宗。
- 観音院 - 渡合町。浄土宗。
- 観音寺 - 上野町。浄土宗。
- 岩滝寺 - 岩滝町。浄土宗。
- 行徳寺 - 室町。真宗大谷派。
- 庚申寺 - 野見町。浄土宗。
- 庚申寺 - 志賀町。曹洞宗。
- 庚鈴院 - 古瀬間町。浄土宗。
- 孤雲院 - 広川町。浄土宗。
- 極楽寺 - 御立町。浄土宗。
- 西谷院 - 志賀町。浄土宗。
- 地蔵院 - 広川町。浄土宗。
- 守綱寺 - 寺部町。真宗大谷派。
- 称安寺 - 池田町。浄土宗。

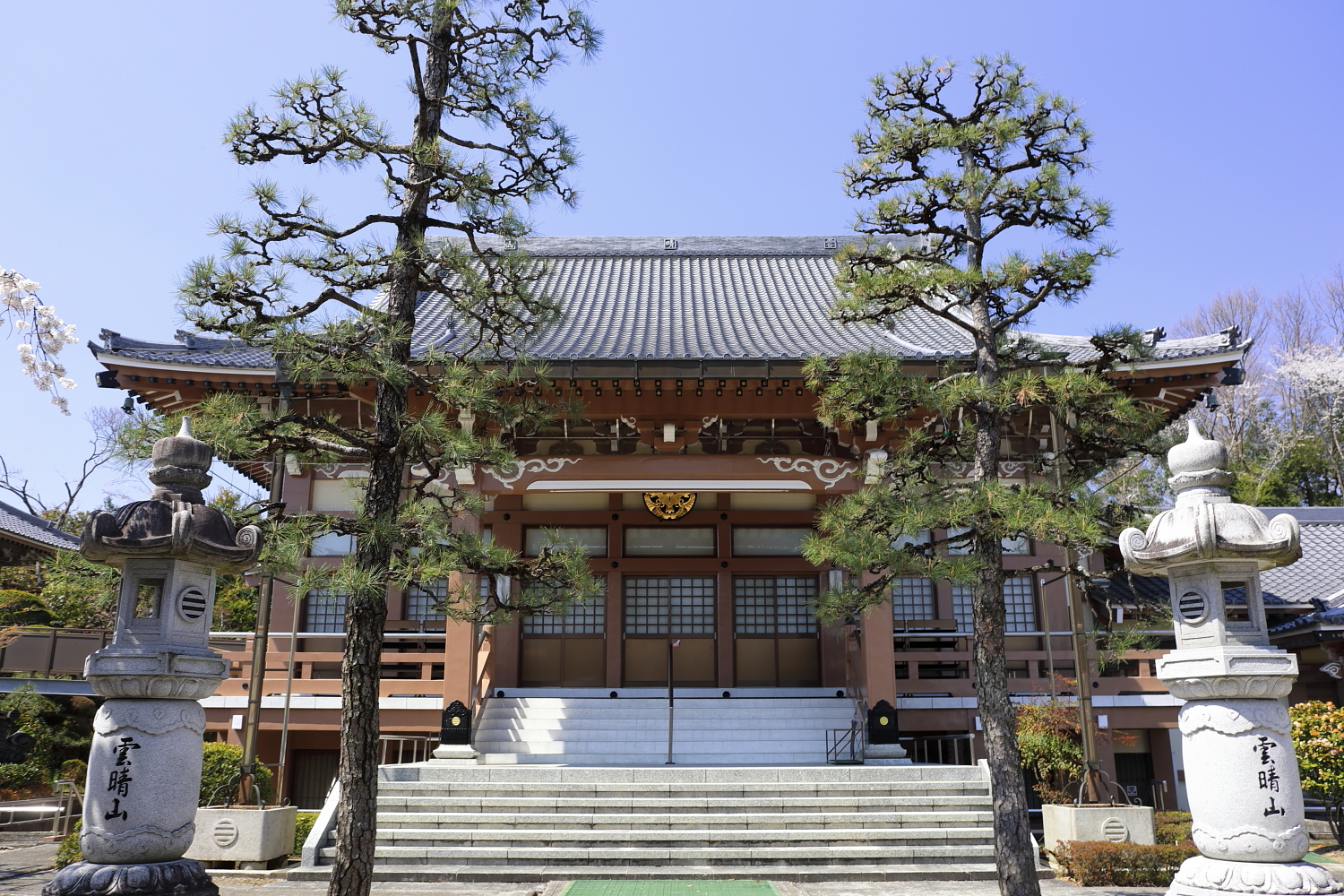
安長寺本堂 （梅坪町、2019年（平成31年）4月）
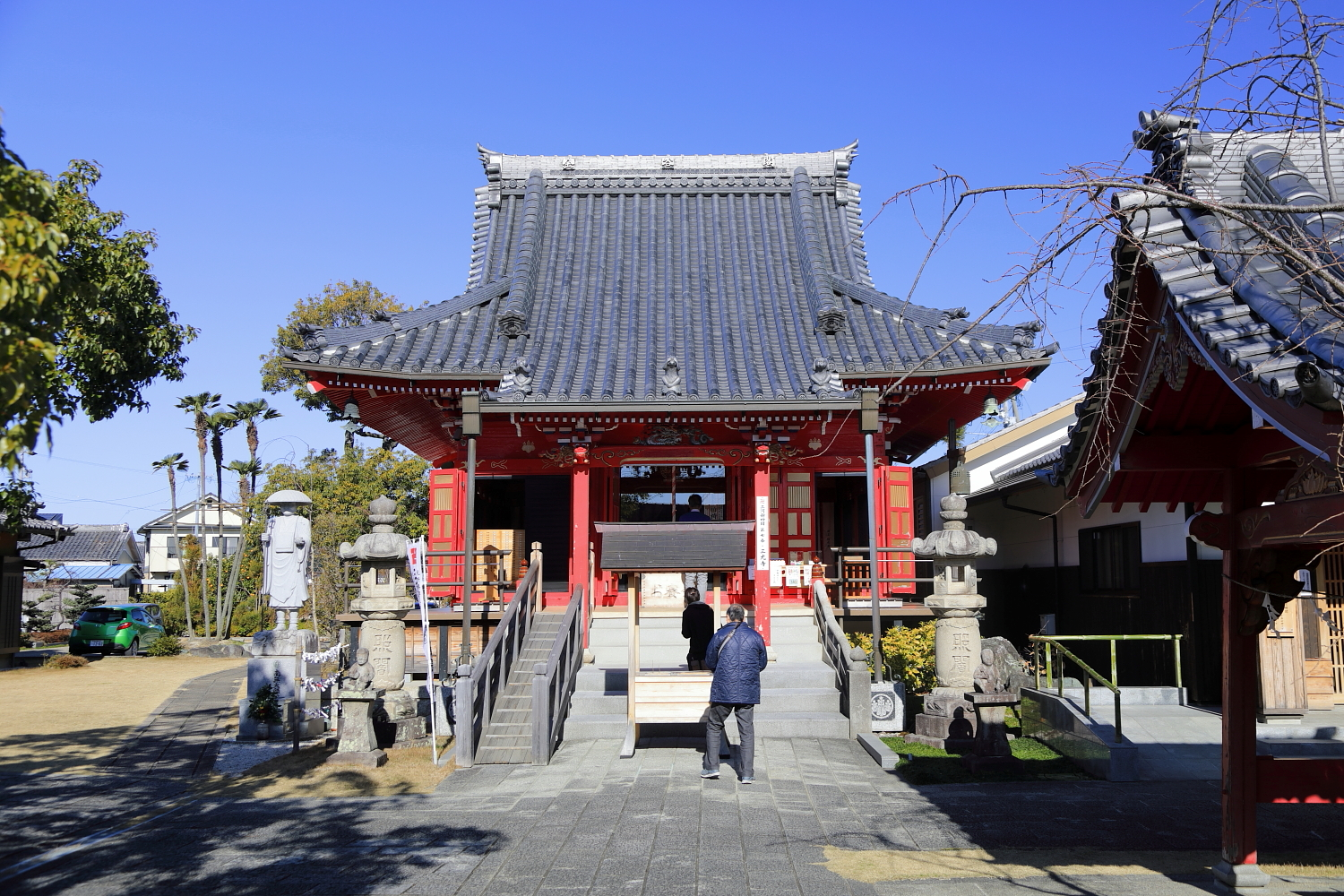
三光寺本堂 （金谷町、2019年（平成31年）1月）
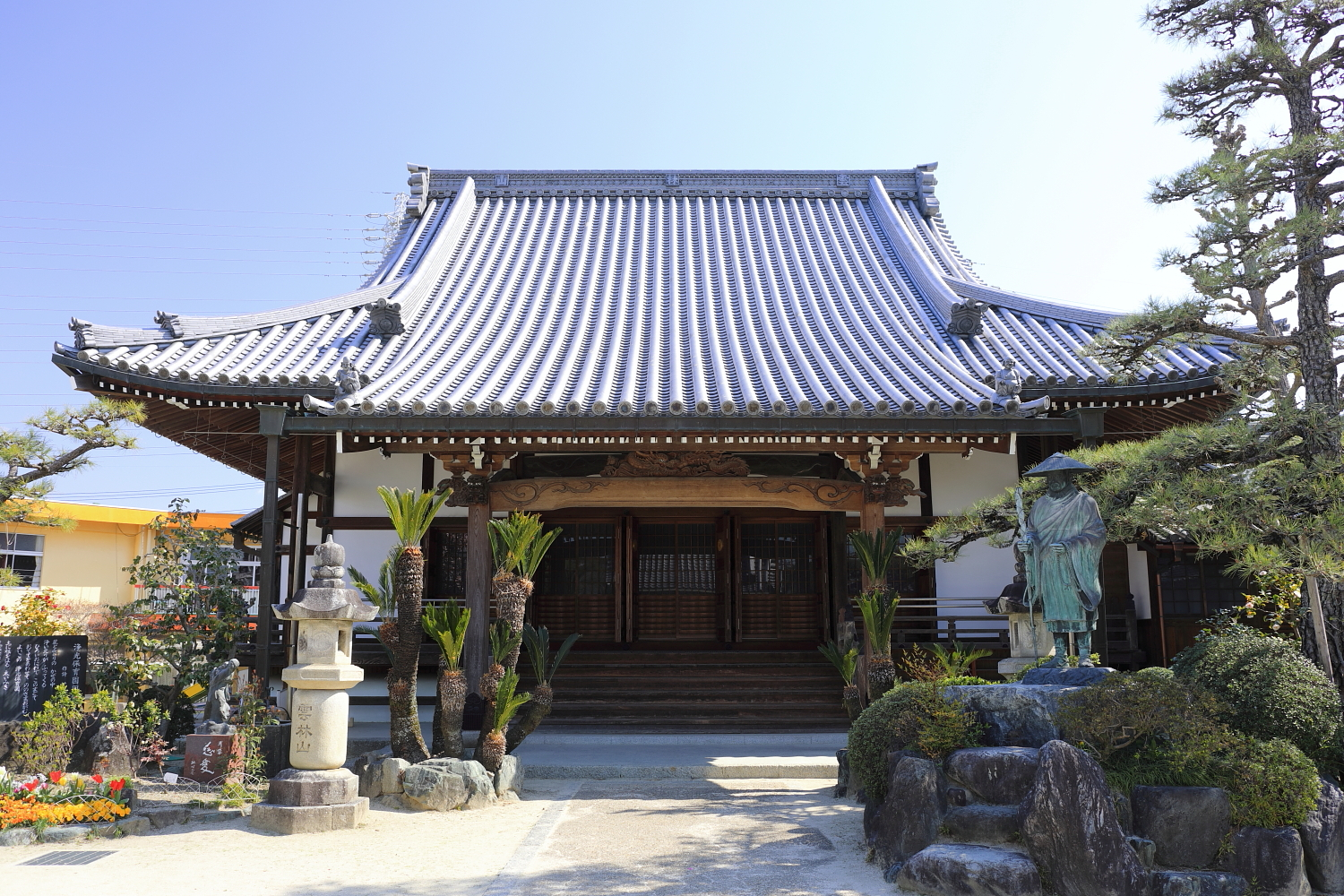
浄覚寺本堂 （宮町、2019年（平成31年）4月）
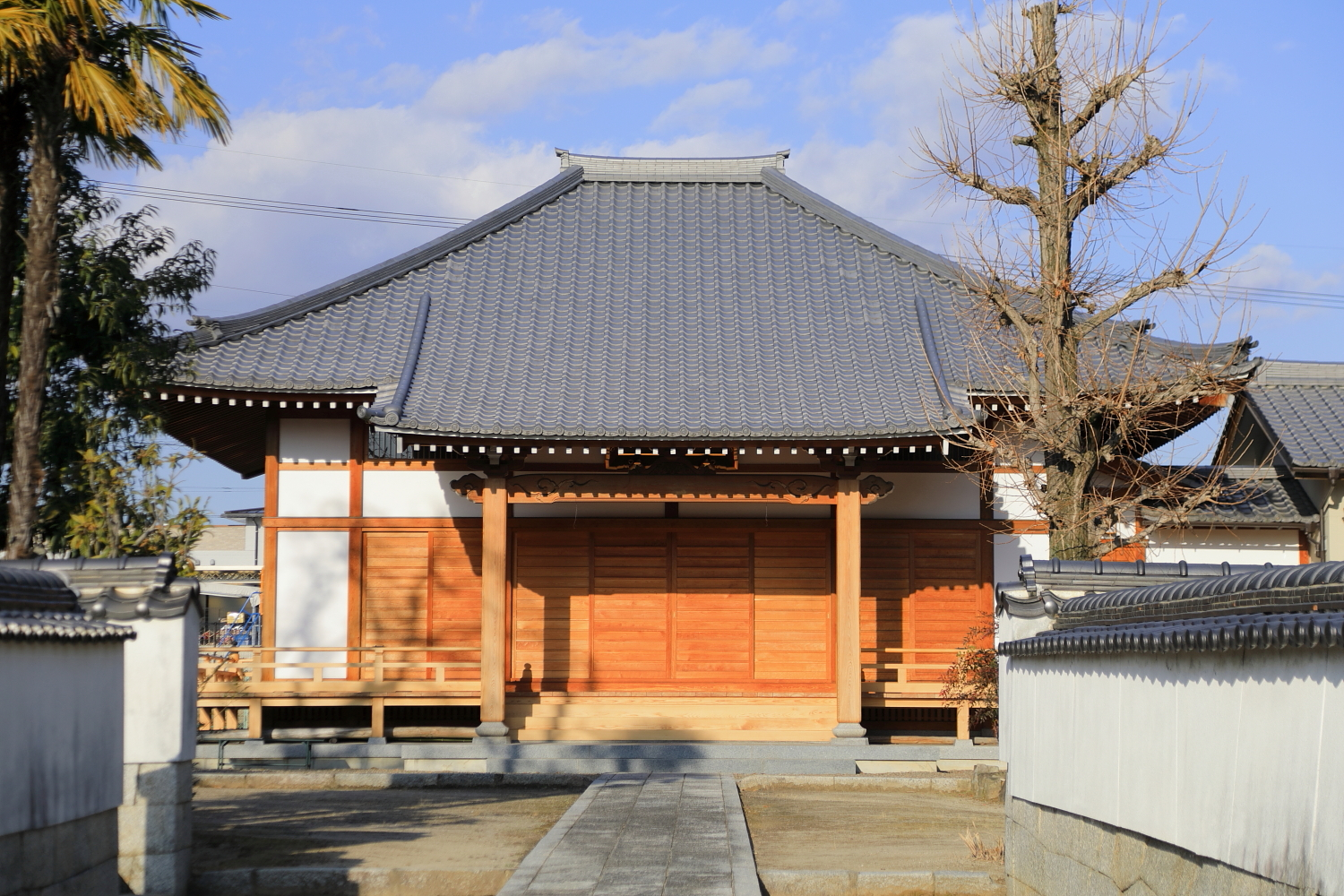
常行院本堂 （今町、2019年（平成31年）2月）
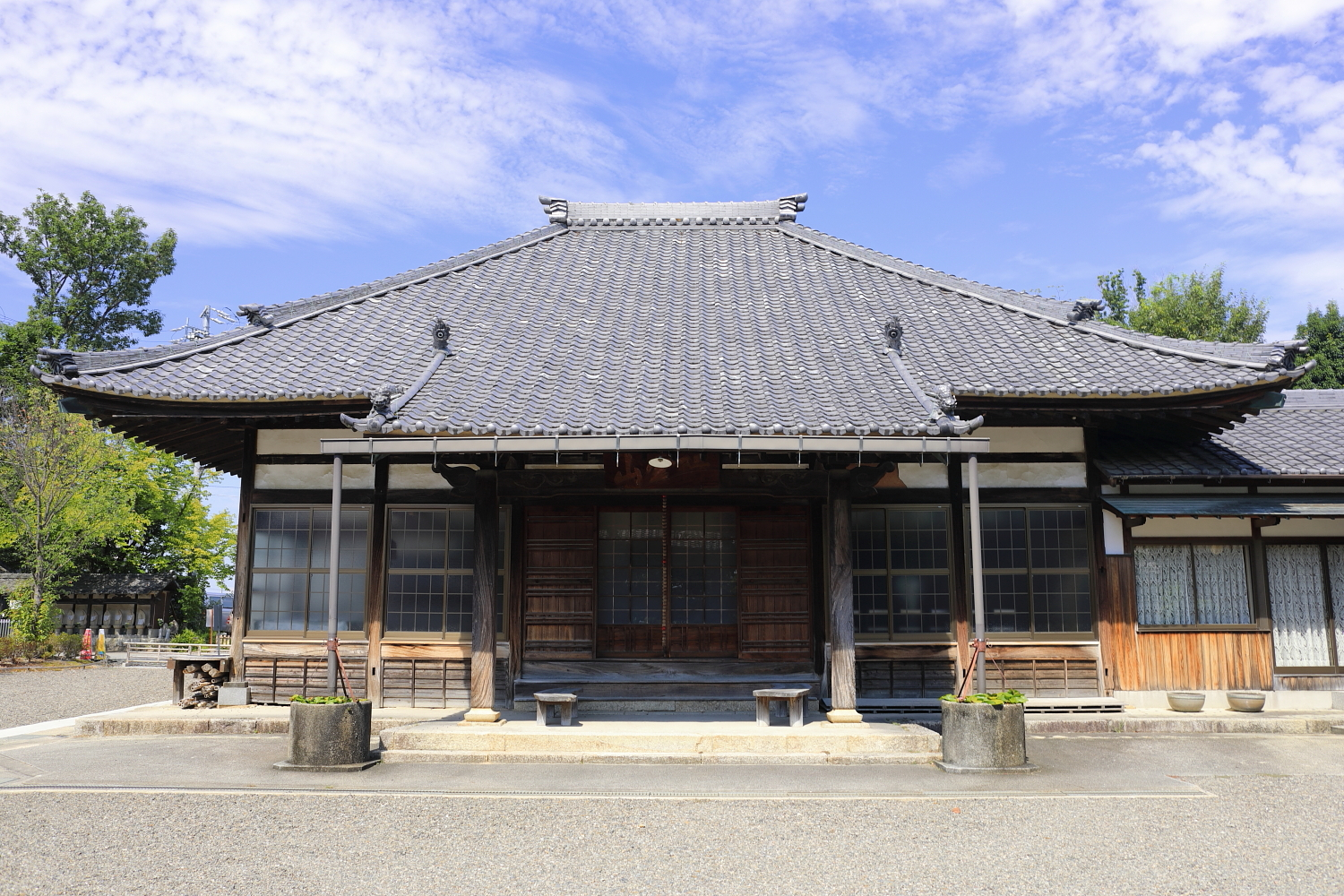
神龍寺本堂 （朝日ケ丘、2019年（令和元年）9月）
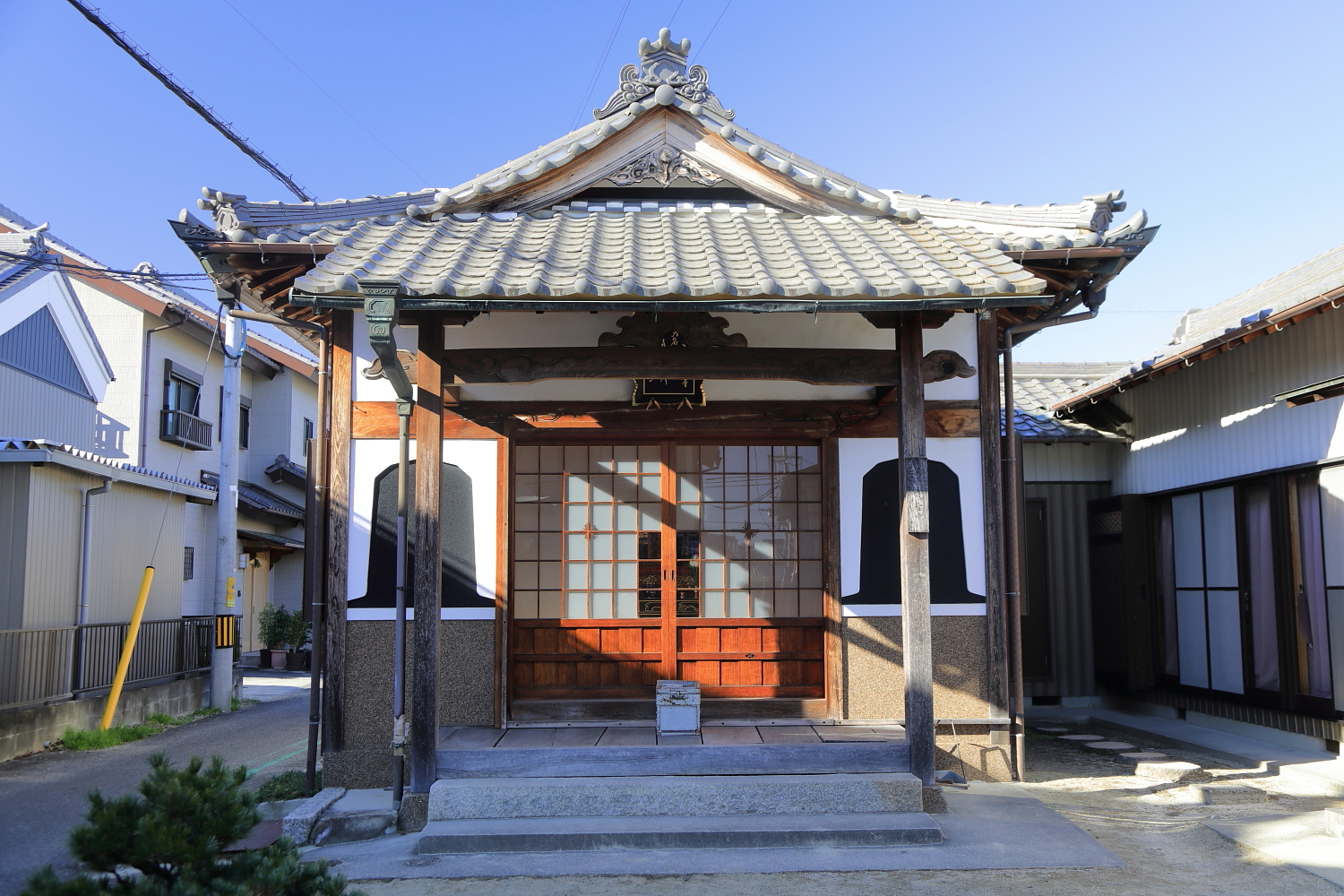
水音寺本堂 （上挙母、2019年（平成31年）1月）
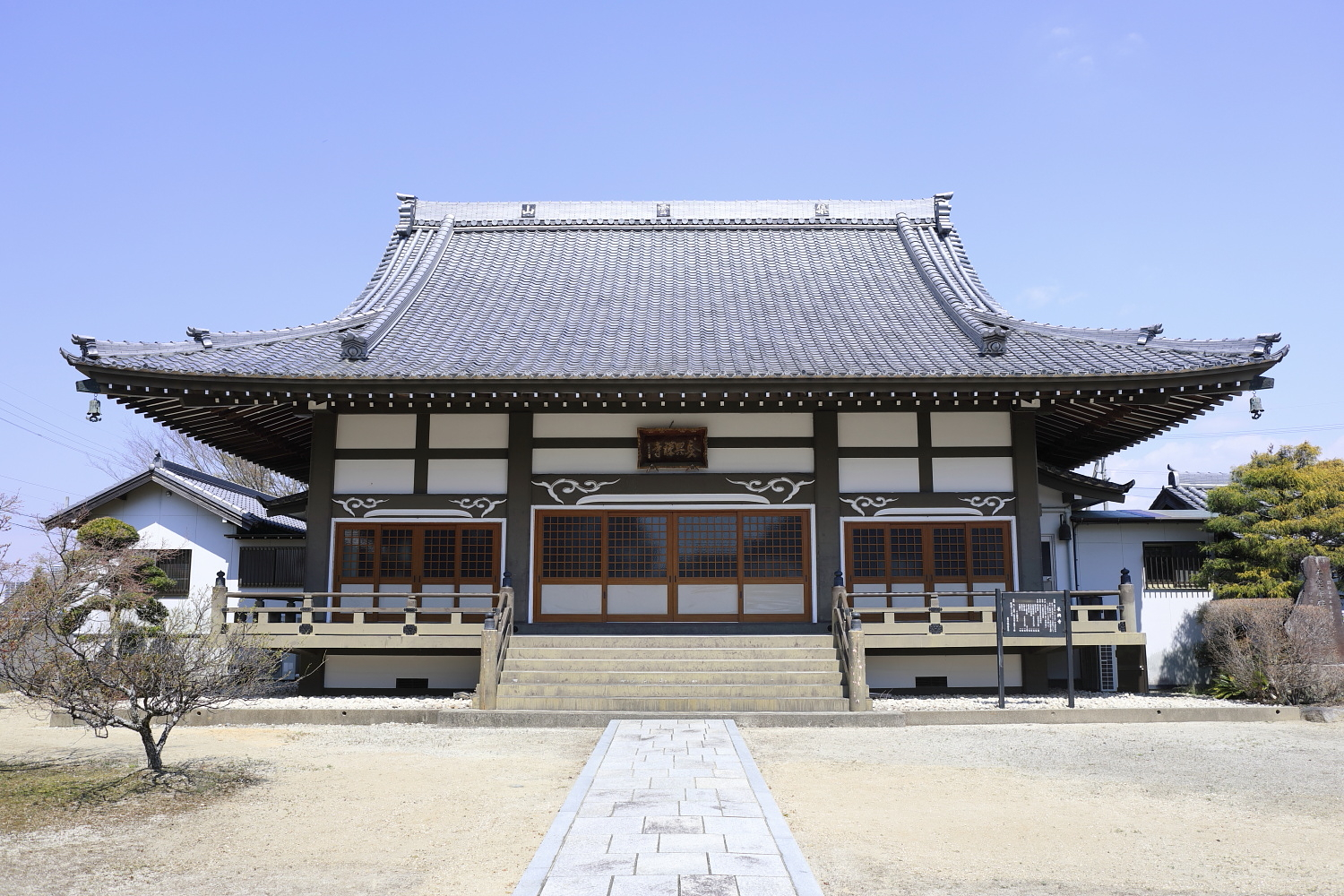
長興寺本堂 （長興寺、2019年（平成31年）4月）
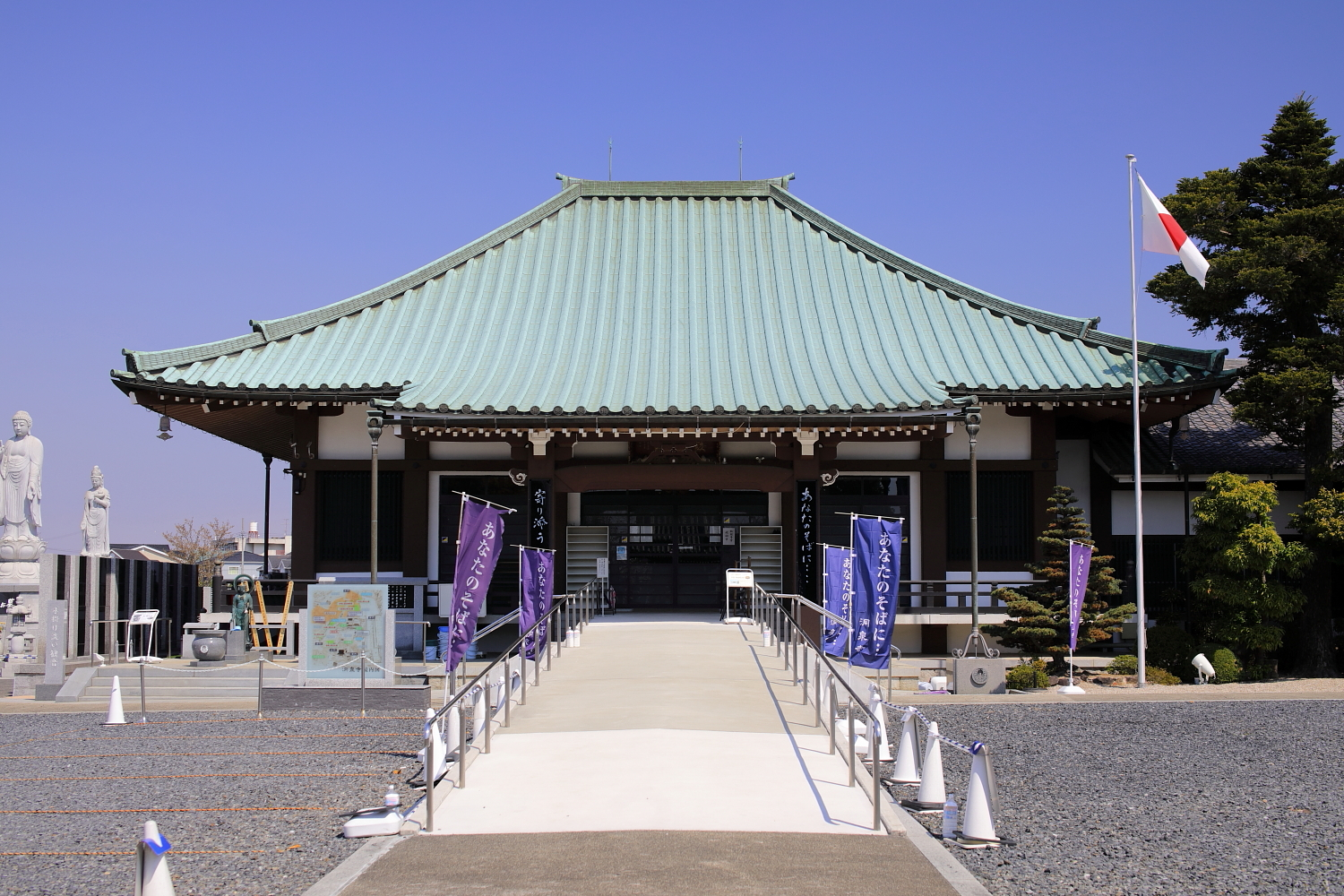
洞泉寺本堂 （小坂町、2019年（平成31年）4月）
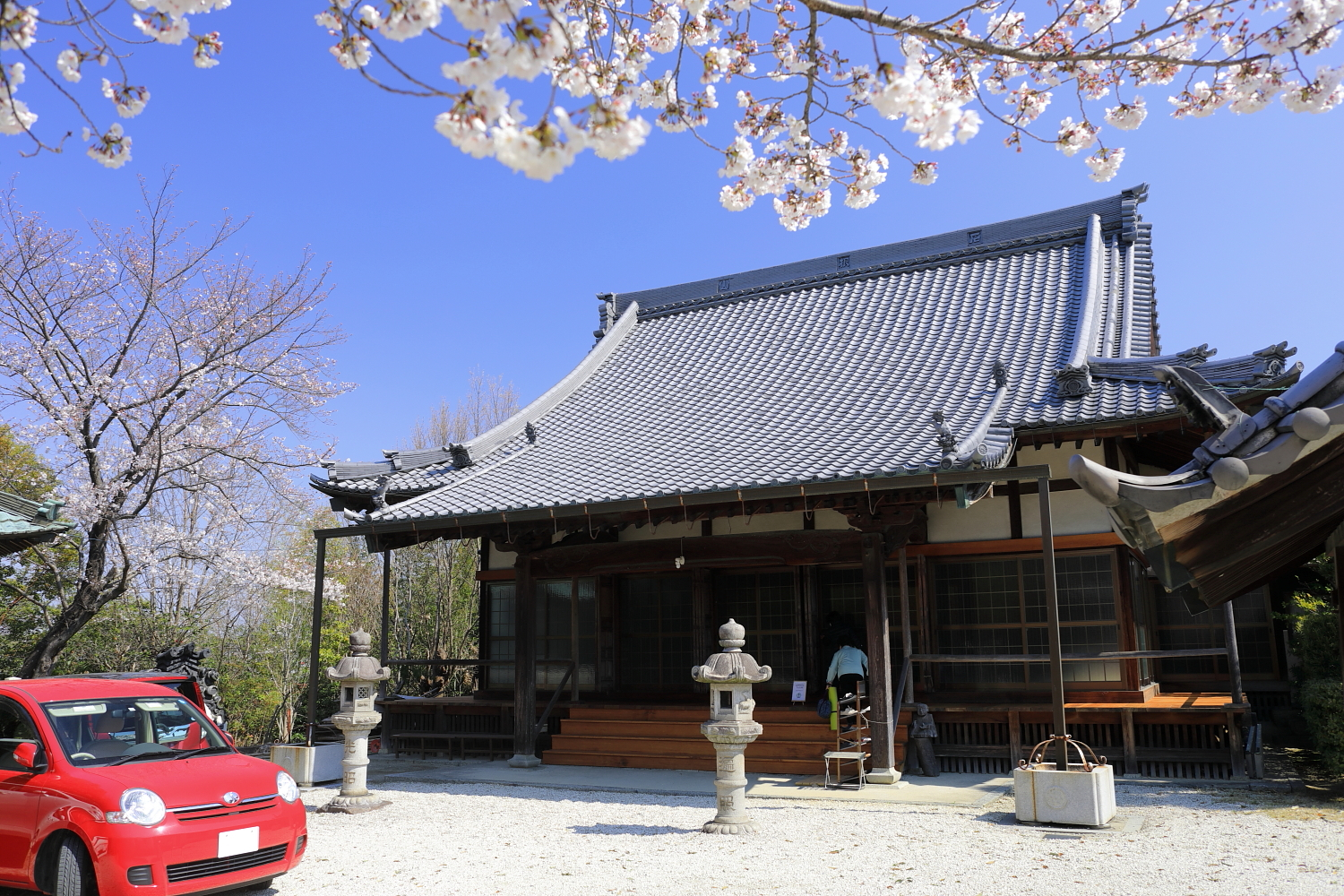
如来寺本堂 （本新町、2019年（平成31年）4月）
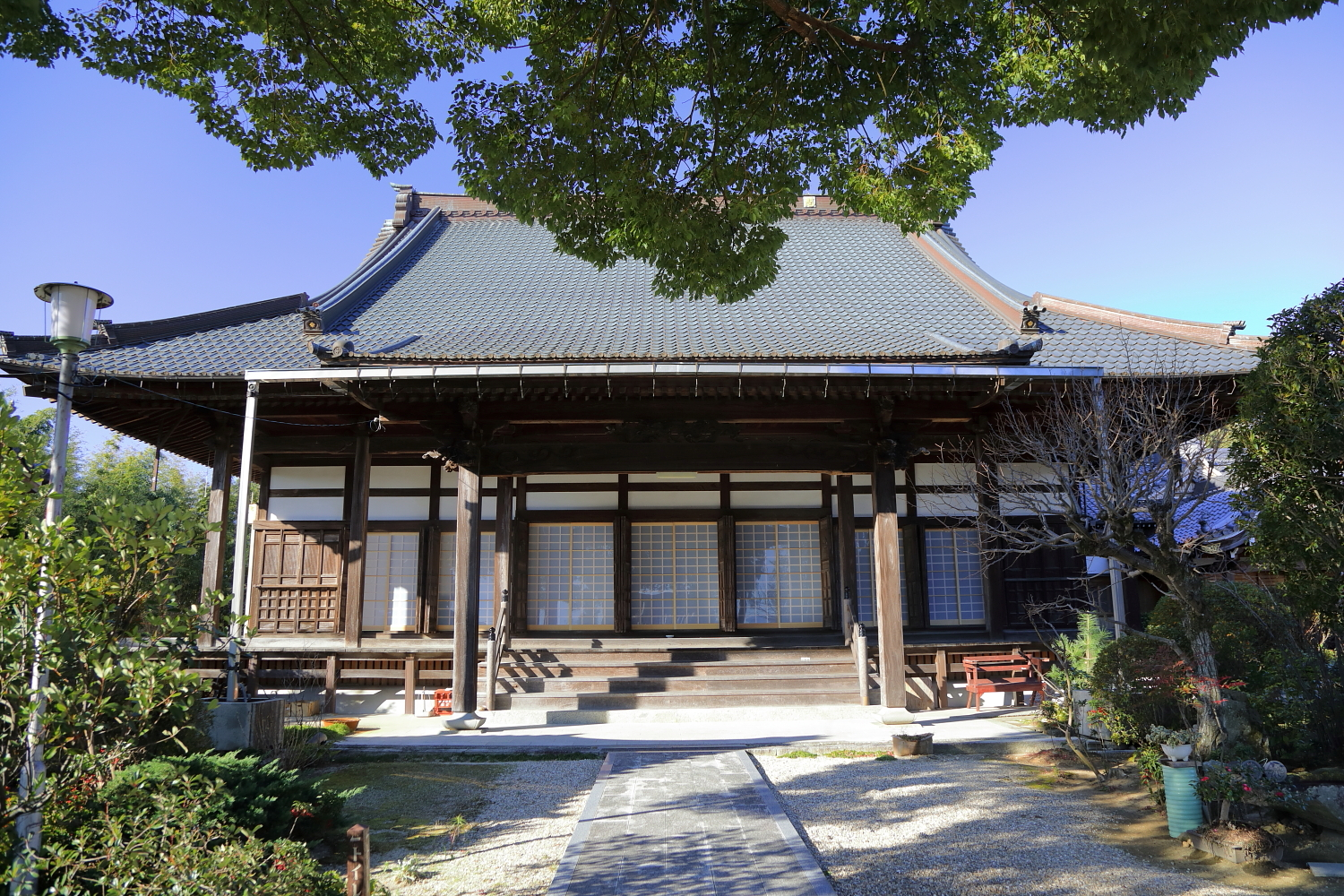
陽龍寺本堂 （樹木町、2019年（平成31年）1月）

- 中山清閑院浄願寺 - 志賀町。真宗大谷派。
- 性源寺 - 広川町。浄土宗。
- 昌光寺 - 市木町。曹洞宗。
- 正信寺 - 大見町。真宗大谷派。
- 浄泉寺 - 市木町。曹洞宗。
- 浄土院 - 寺部町。浄土宗。
- 常楽寺 - 野見町。真宗大谷派。
- 松林寺 - 矢並町。真宗高田派。
- 心学院浄名寺 - 野見町。浄土宗。
- 随応院不遠寺 - 寺部町。浄土宗。
- 智照寺 - 扶桑町。真宗大谷派。
- 東高院 - 寺部町。浄土宗。
- 東光院 - 平井町。曹洞宗。
- 念仏寺 - 広川町。浄土宗。
- 未来寺 - 志賀町。曹洞宗。
- 無能寺 - 森町。浄土宗。
- 明勝寺 - 上野町。真宗大谷派。
- 薬師寺 - 御立町。浄土宗。
- 龍田院 - 古瀬間町。曹洞宗。
- 地蔵院蓮台寺 - 上野町。浄土宗。

- 西谷院本堂
（志賀町、2019年（令和元年）8月）
- 守綱寺本堂
（寺部町、2019年（平成31年）3月）
- 浄願寺本堂
（志賀町、2019年（令和元年）8月）
- 性源寺本堂
（広川町、2019年（令和元年）8月）
- 心学院浄名寺本堂
（野見町、2019年（令和元年）8月）
- 隨應院山門
（寺部町、2019年（平成31年）3月）
- 東光院本堂
（平井町、2019年（令和元年）8月）
- 念仏寺本堂
（広川町、2019年（令和元年）8月）
- 龍田院本堂
（古瀬間町、2019年（令和元年）8月）

上郷地区
- 安穏寺 - 配津町。浄土宗。
- 安福寺 - 鴛鴨町。真宗大谷派。
- 一運院 - 鴛鴨町。浄土宗。
- 一光寺 - 永覚町。
- 引接寺 - 畝部西町。浄土宗。
- 永覚教会 - 永覚町。浄土宗。
- 願正寺 - 桝塚西町。真宗大谷派。
- 願成寺 - 畝部東町。真宗大谷派。
- 観音教会 - 桝塚東町。浄土宗。
- 観音寺 - 永覚町。浄土宗。
- 行福寺 - 桝塚東町。浄土宗。
- 顕明寺 - 豊栄町。真宗大谷派。
- 弘願寺 - 和会町。真宗大谷派。
- 幸福寺 - 畝部西町。浄土宗。

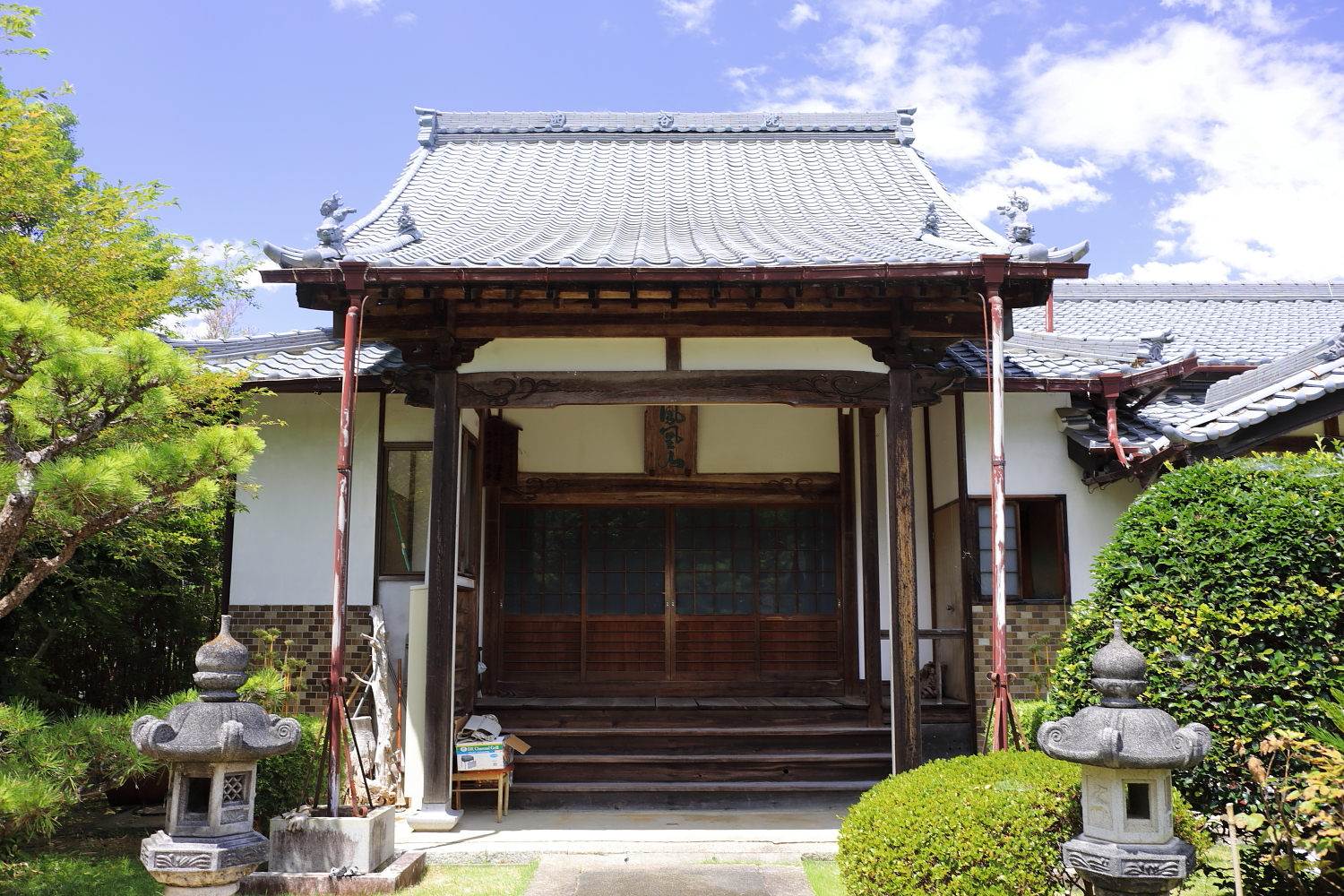
西谷院本堂 （志賀町、2019年（令和元年）8月）
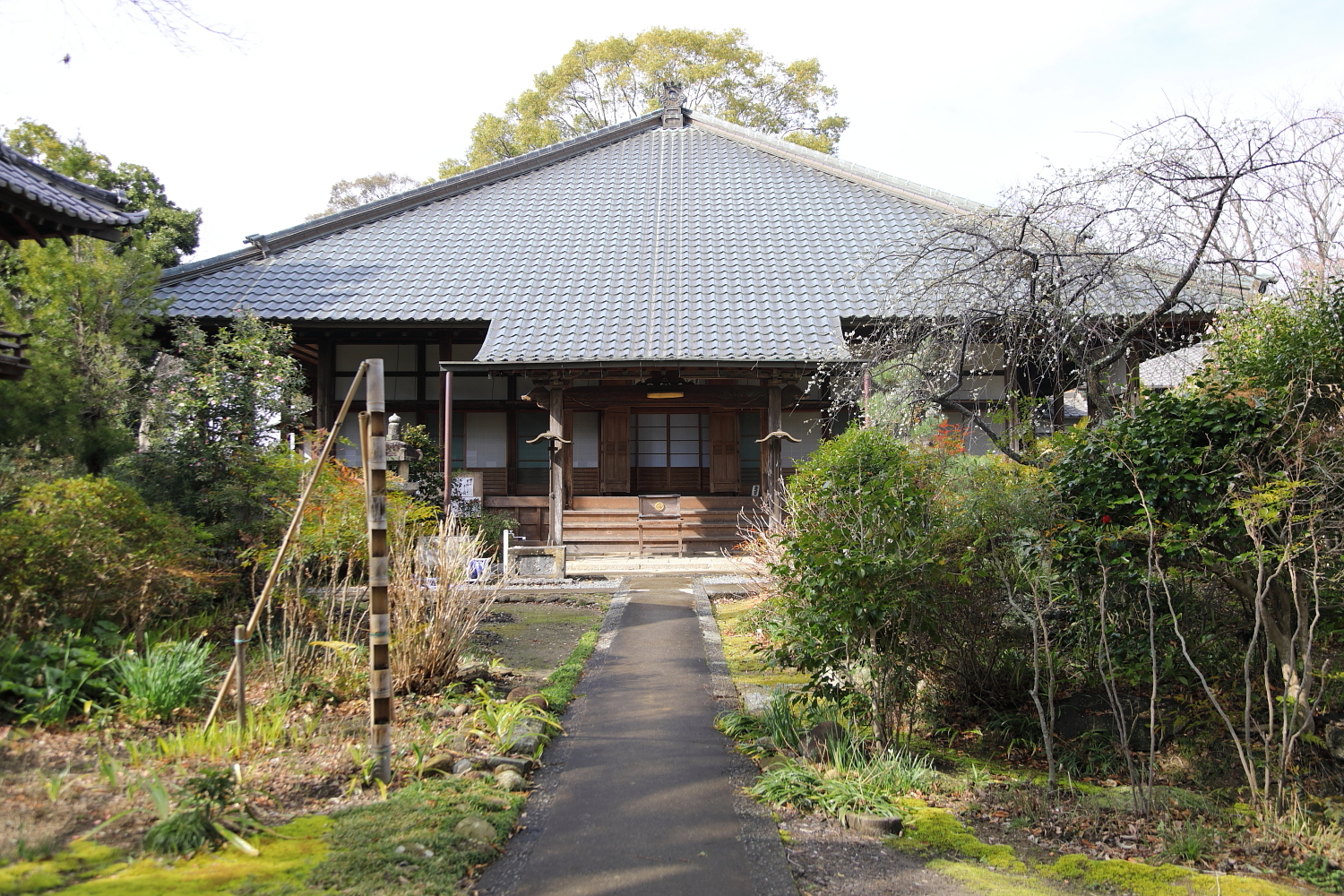
守綱寺本堂 （寺部町、2019年（平成31年）3月）
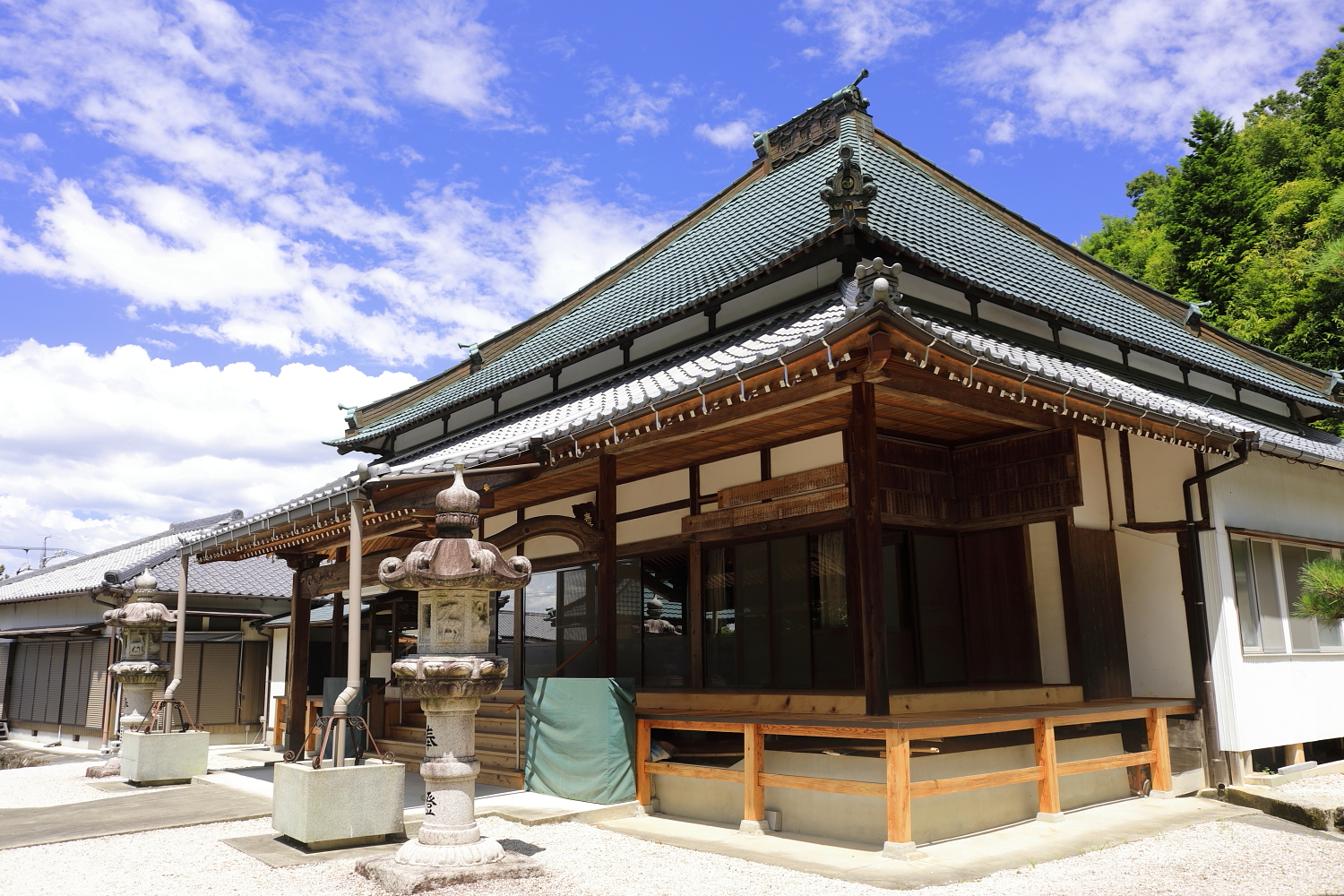
浄願寺本堂 （志賀町、2019年（令和元年）8月）
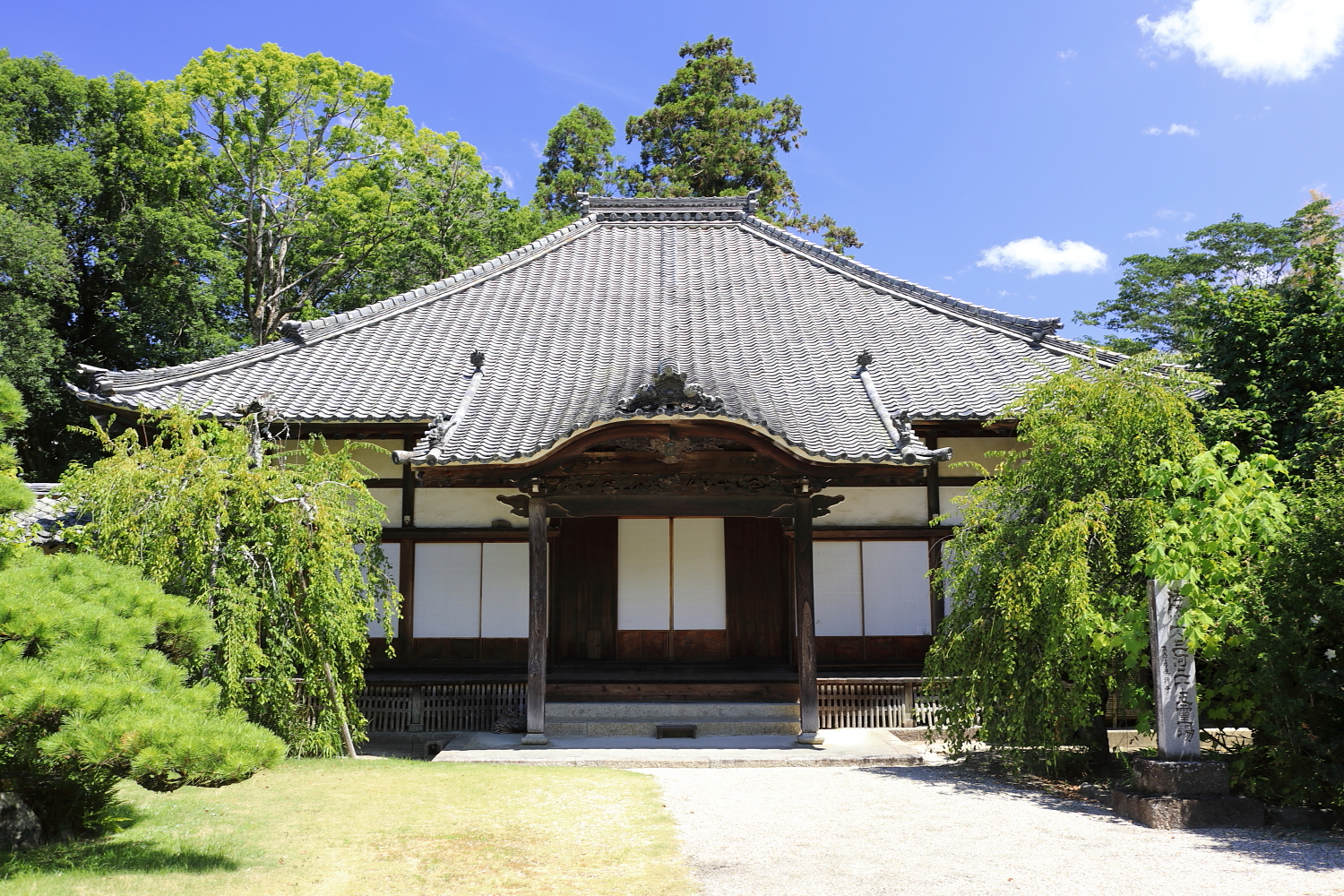
性源寺本堂 （広川町、2019年（令和元年）8月）
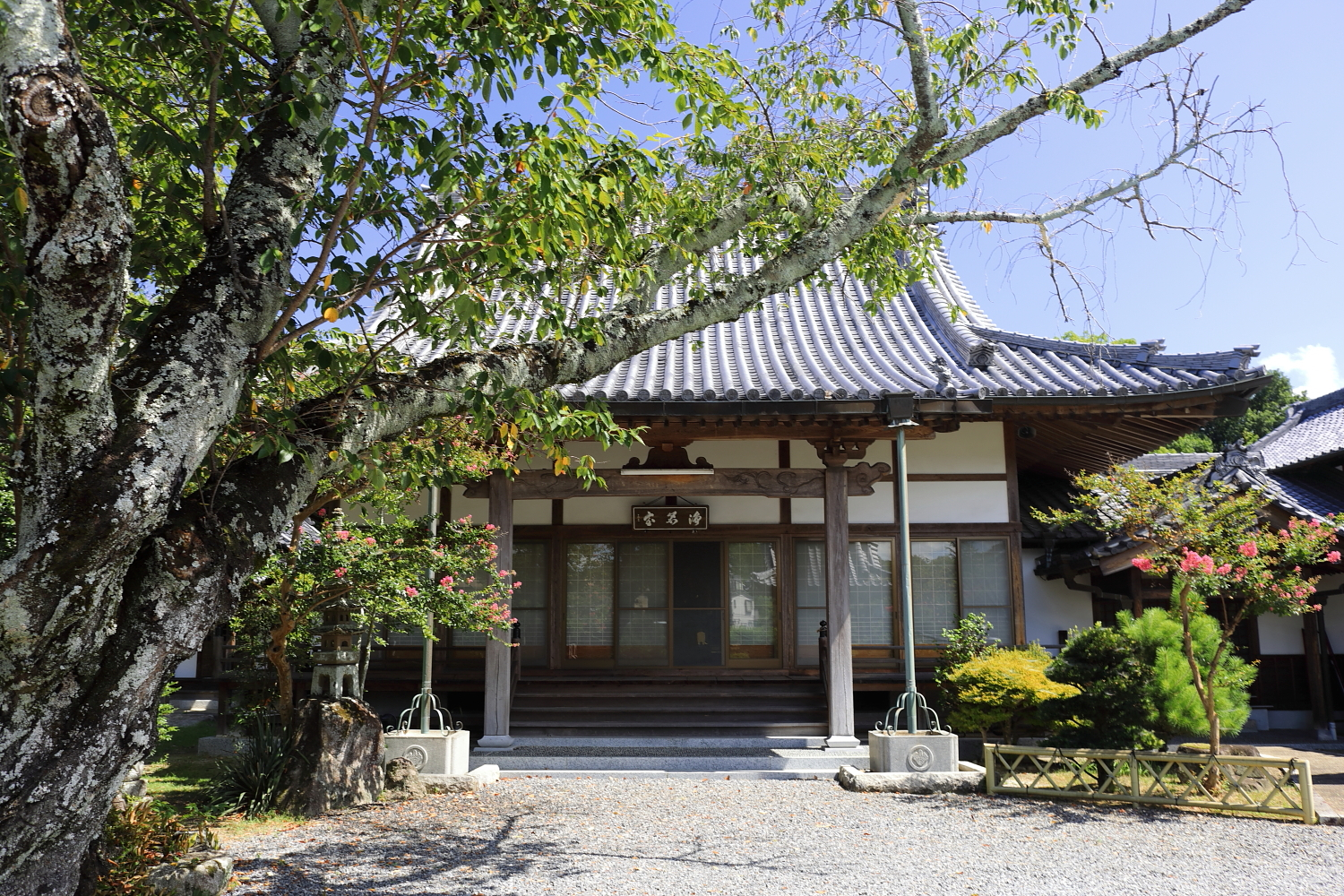
心学院浄名寺本堂 （野見町、2019年（令和元年）8月）
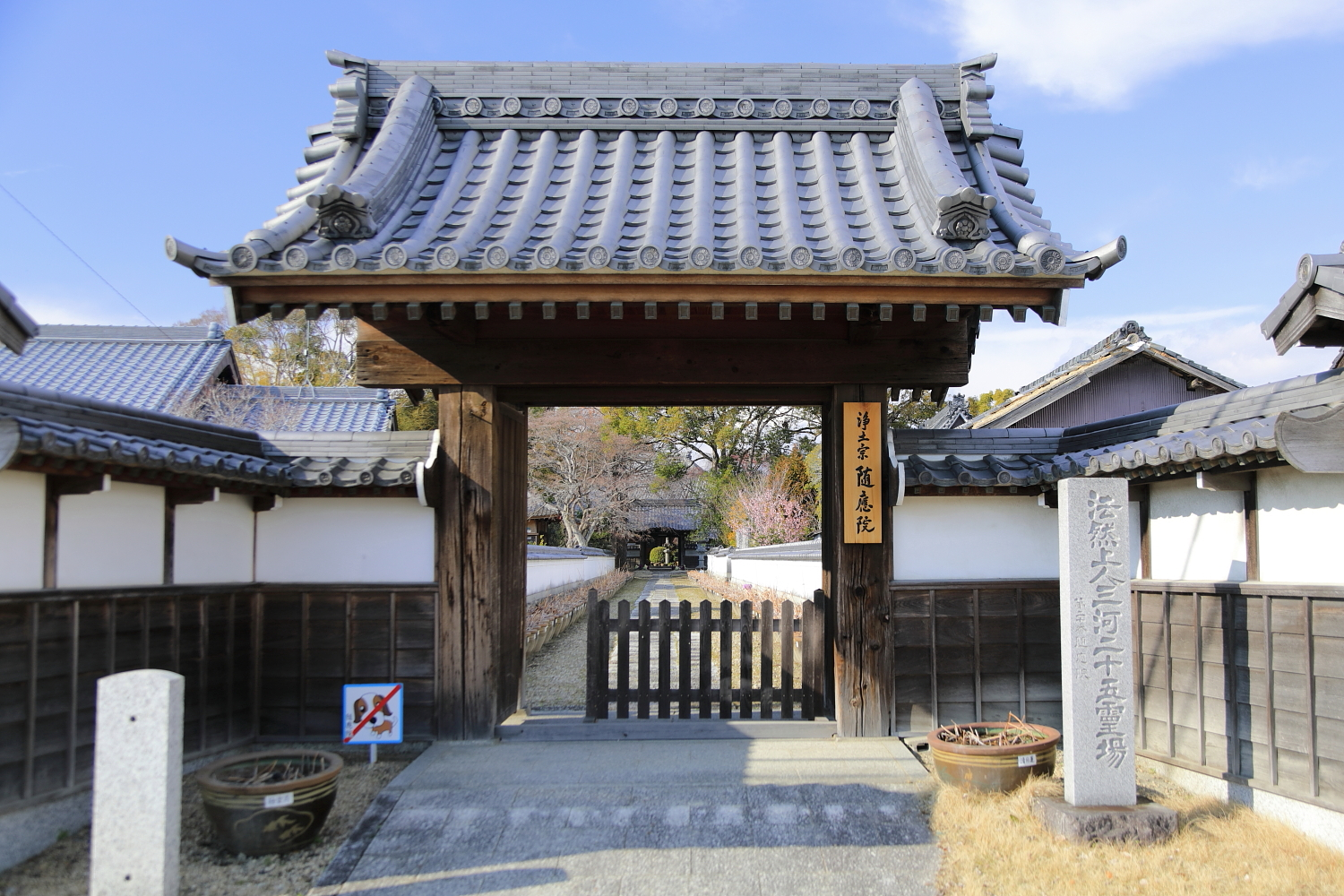
隨應院山門 （寺部町、2019年（平成31年）3月）
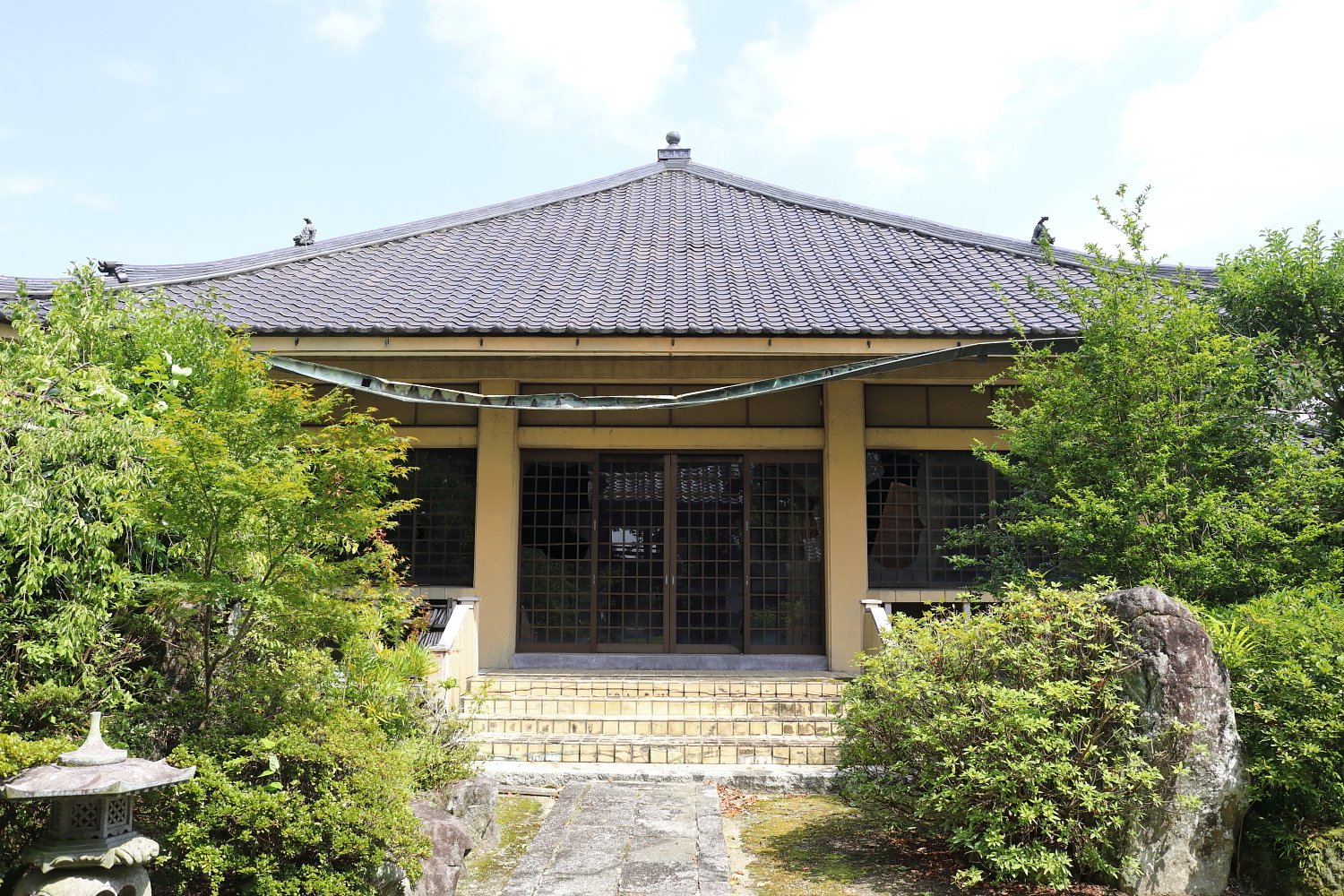
東光院本堂 （平井町、2019年（令和元年）8月）
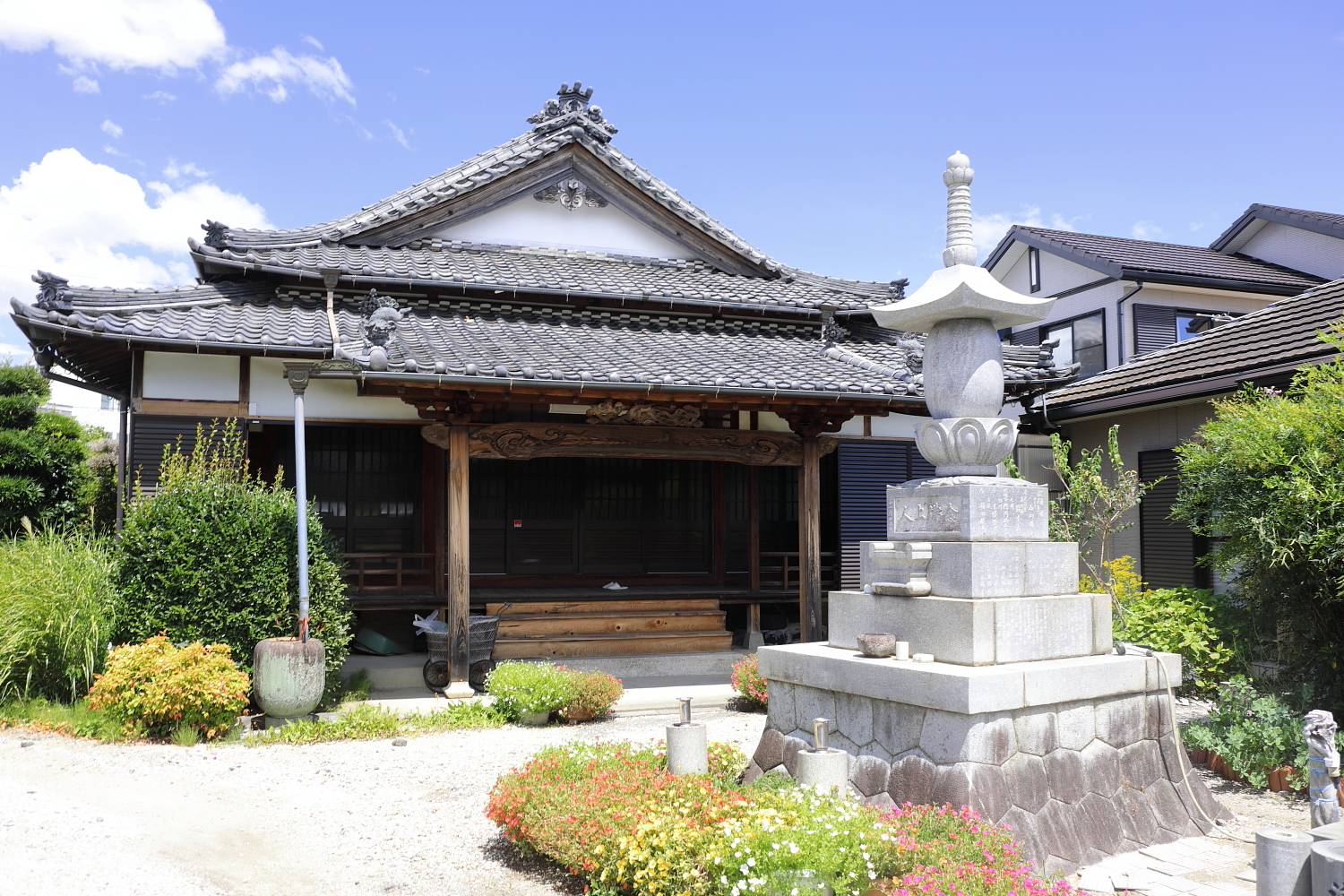
念仏寺本堂 （広川町、2019年（令和元年）8月）
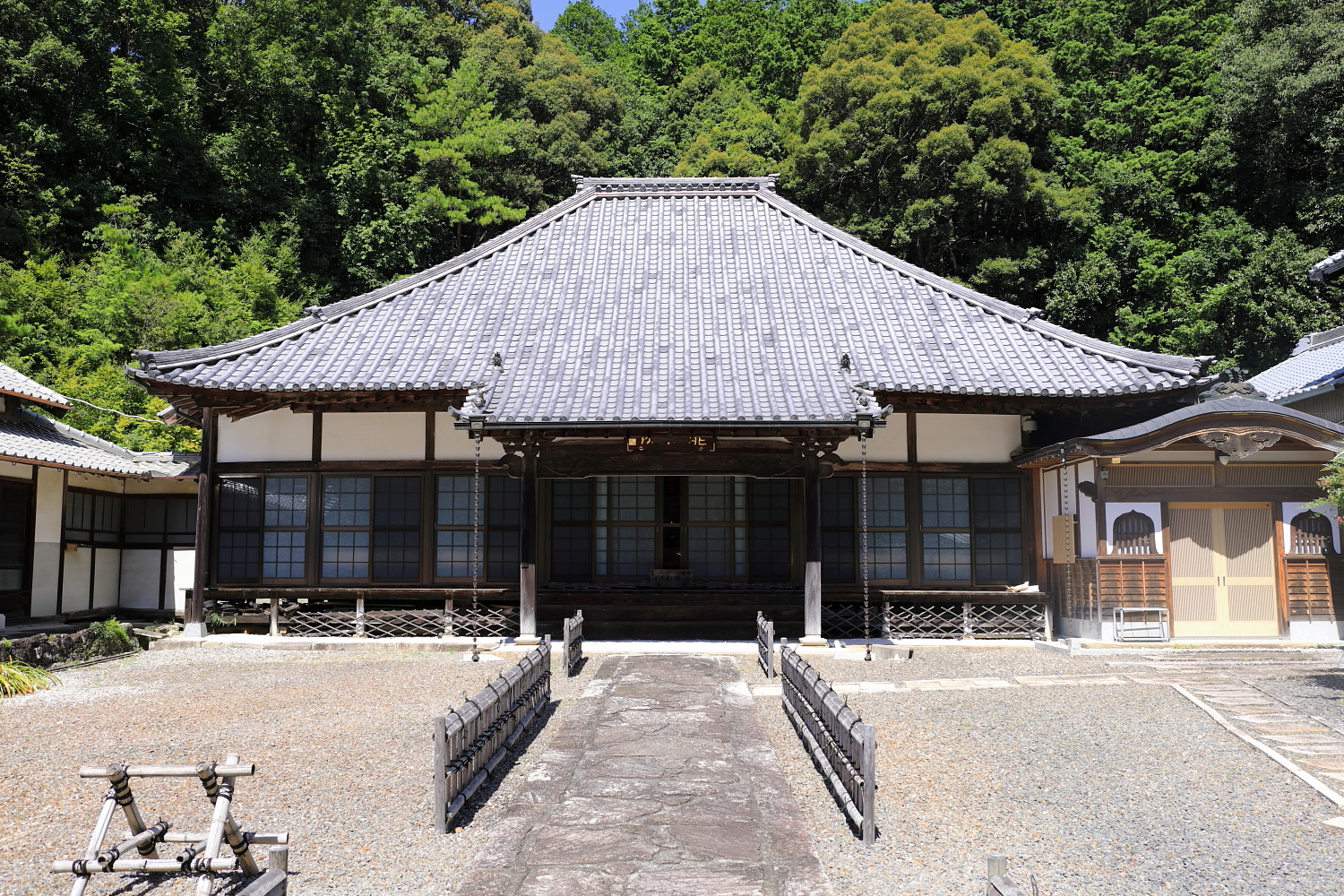
龍田院本堂 （古瀬間町、2019年（令和元年）8月）

- 西光寺三河豊田布教所 - 和会町。浄土真宗本願寺派。
- 浄願寺 - 上郷町。真宗大谷派。
- 真月院 - 和会町。浄土宗。
- 清安寺 - 畝部東町。浄土宗。
- 誓願寺 - 上郷町。浄土宗。
- 西蓮教会 - 配津町。浄土宗。
- 専修寺 - 福受町。浄土宗。
- 専念寺 - 永覚町。真宗大谷派。
- 大通院 - 渡刈町。浄土宗。
- 超願寺 - 和会町。真宗大谷派。
- 天道院 - 上郷町。浄土宗。
- 渡刈教会 - 渡刈町。浄土宗。
- 阿弥陀院福林寺 - 畝部東町。浄土宗。
- 遍照寺 - 鴛鴨町。浄土宗。
- 桝塚教会 - 桝塚西町。浄土宗。
- 聞名寺 - 広美町。真宗大谷派。
- 薬王院 - 畝部東町。真言宗豊山派。
- 祐専寺 - 畝部東町。真宗大谷派。
- 祐蔵寺 - 幸町。浄土宗。
- 隣松寺 - 幸町。浄土宗。

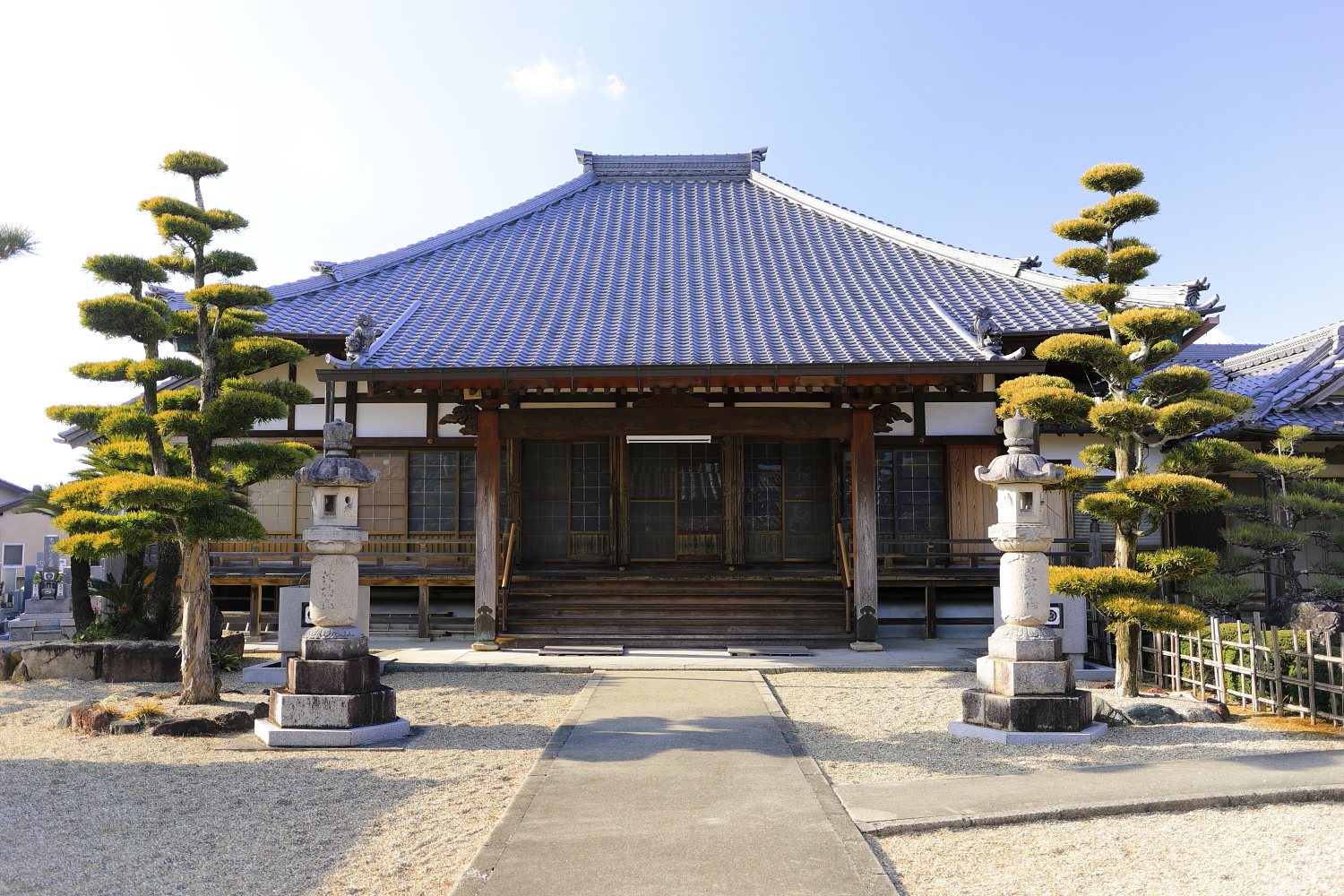
安福寺本堂 （鴛鴨町、2019年（平成31年）2月）
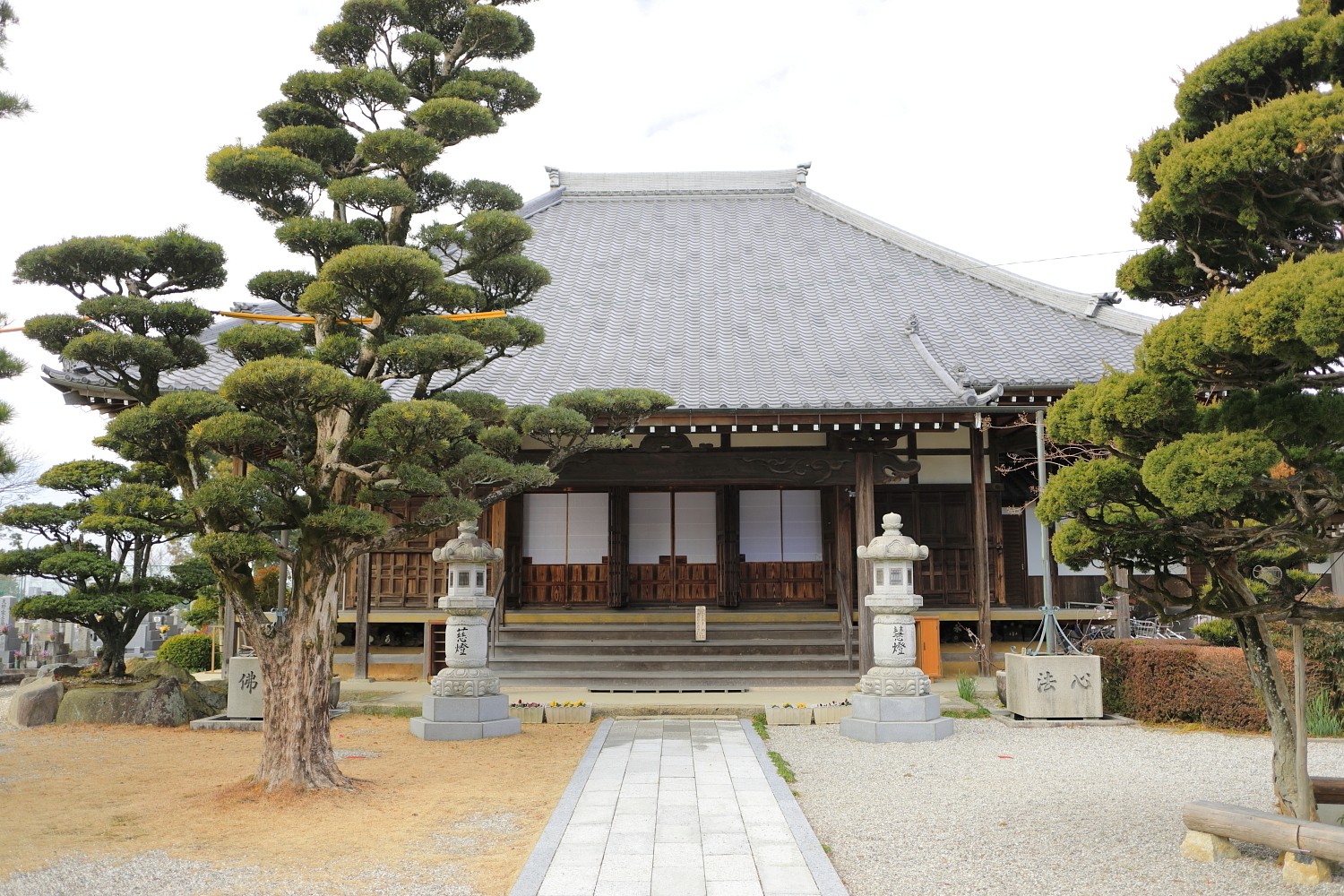
弘願寺本堂 （和会町、2019年（平成31年）2月）
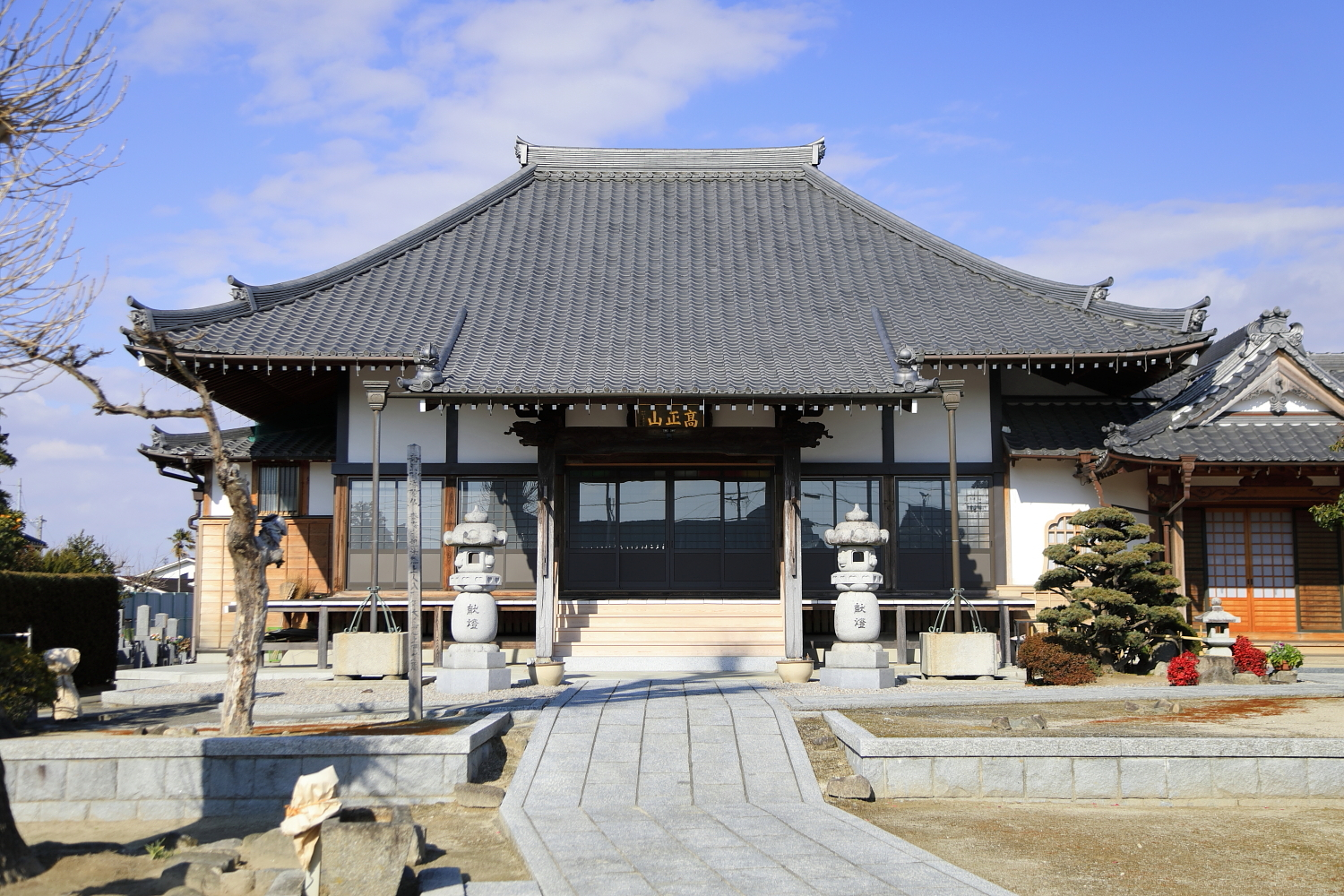
幸福寺本堂 （畝部西町、2019年（平成31年）2月）
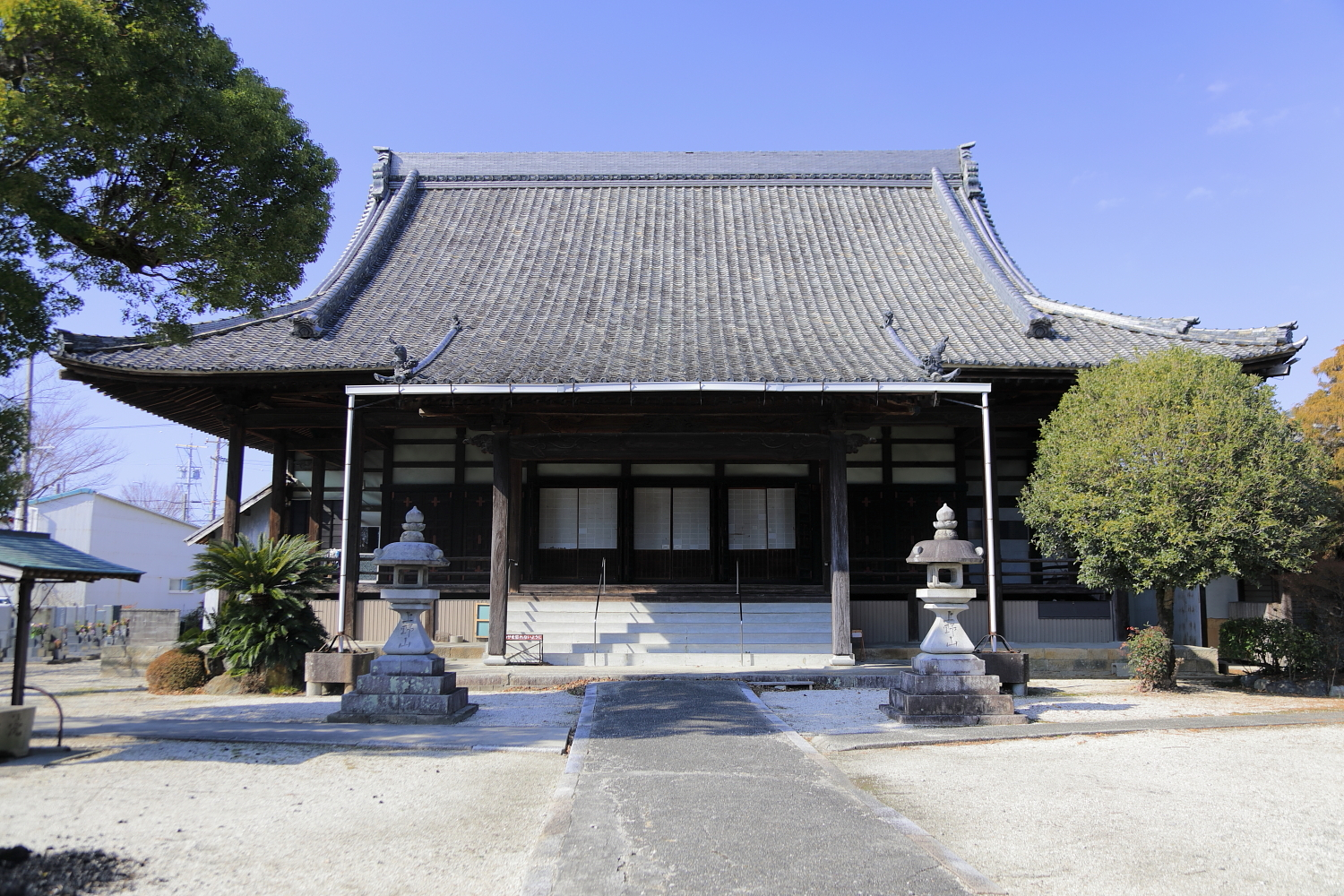
浄願寺本堂 （上郷町、2019年（平成31年）2月）
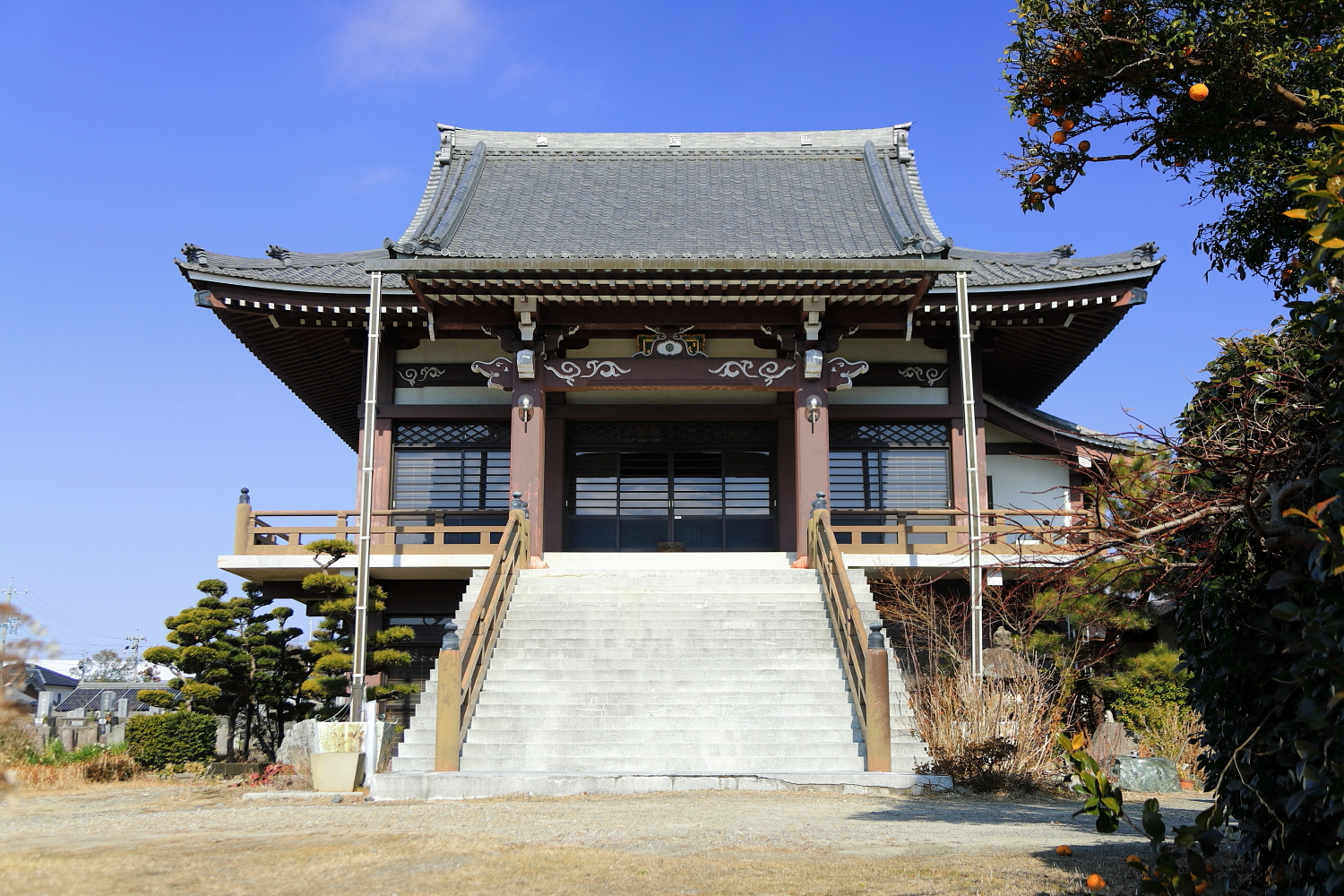
誓願寺本堂 （上郷町、2019年（平成31年）2月）
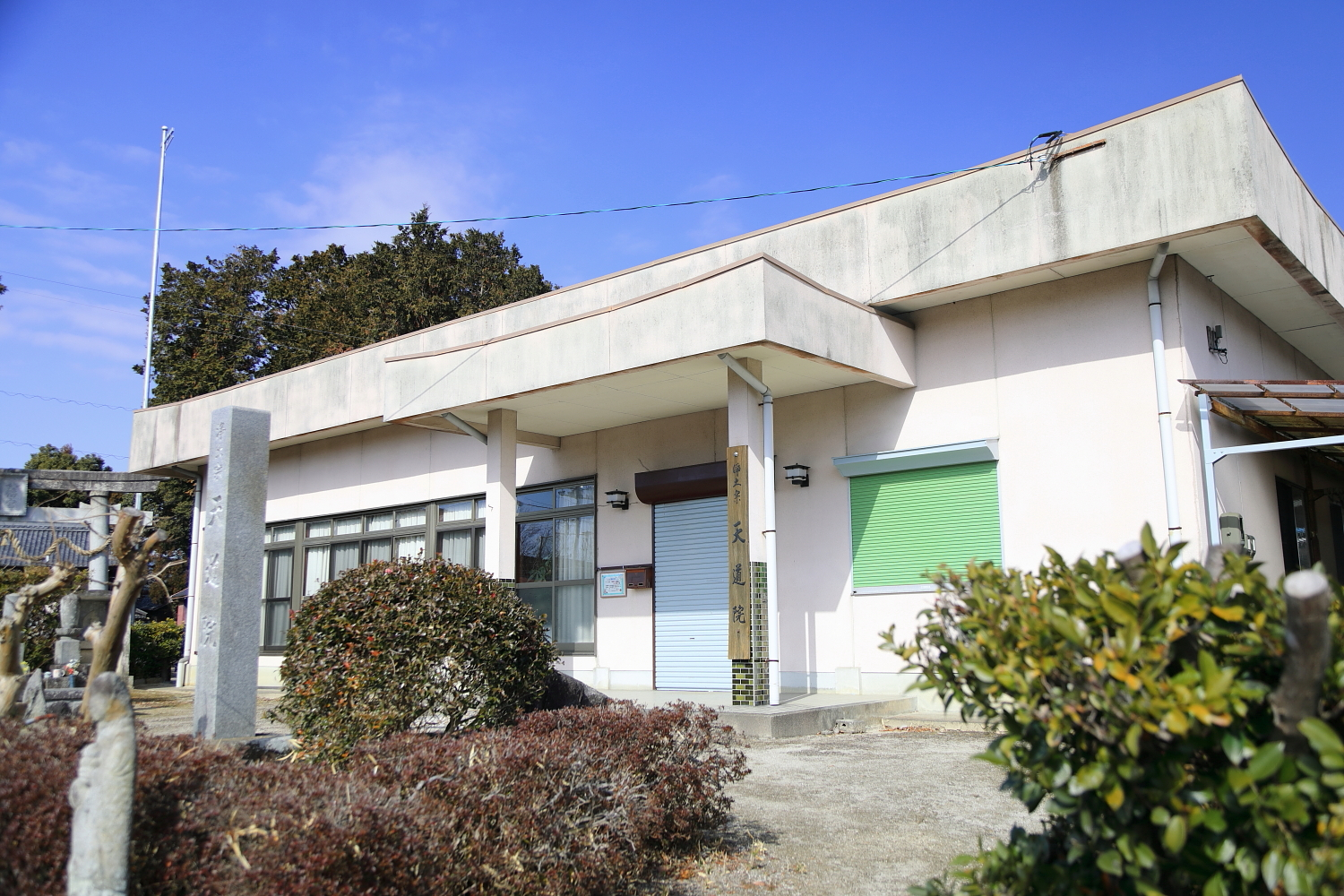
天道院本堂 （上郷町、2019年（平成31年）2月）
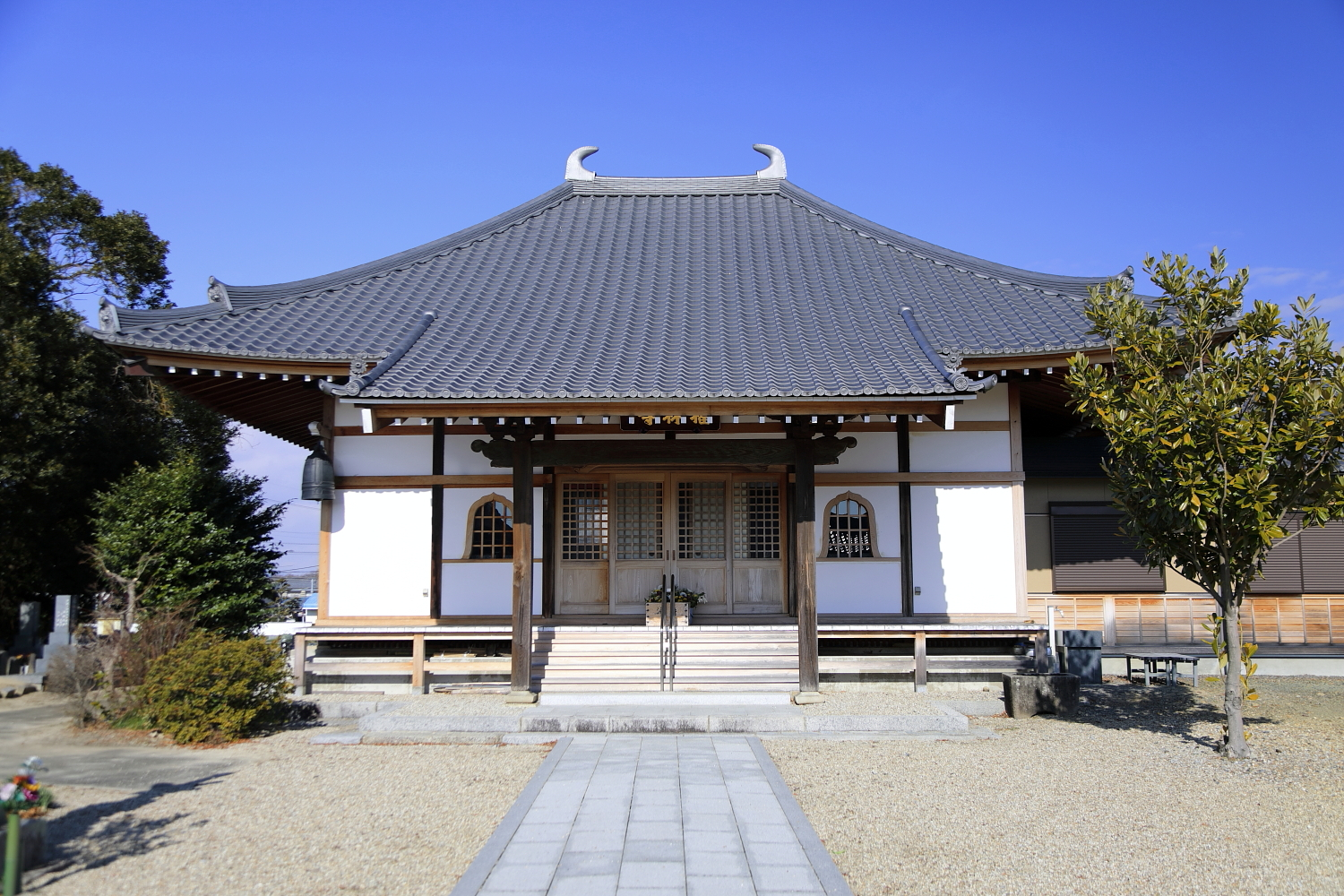
阿弥陀院福林寺本堂 （畝部東町、2019年（平成31年）2月）
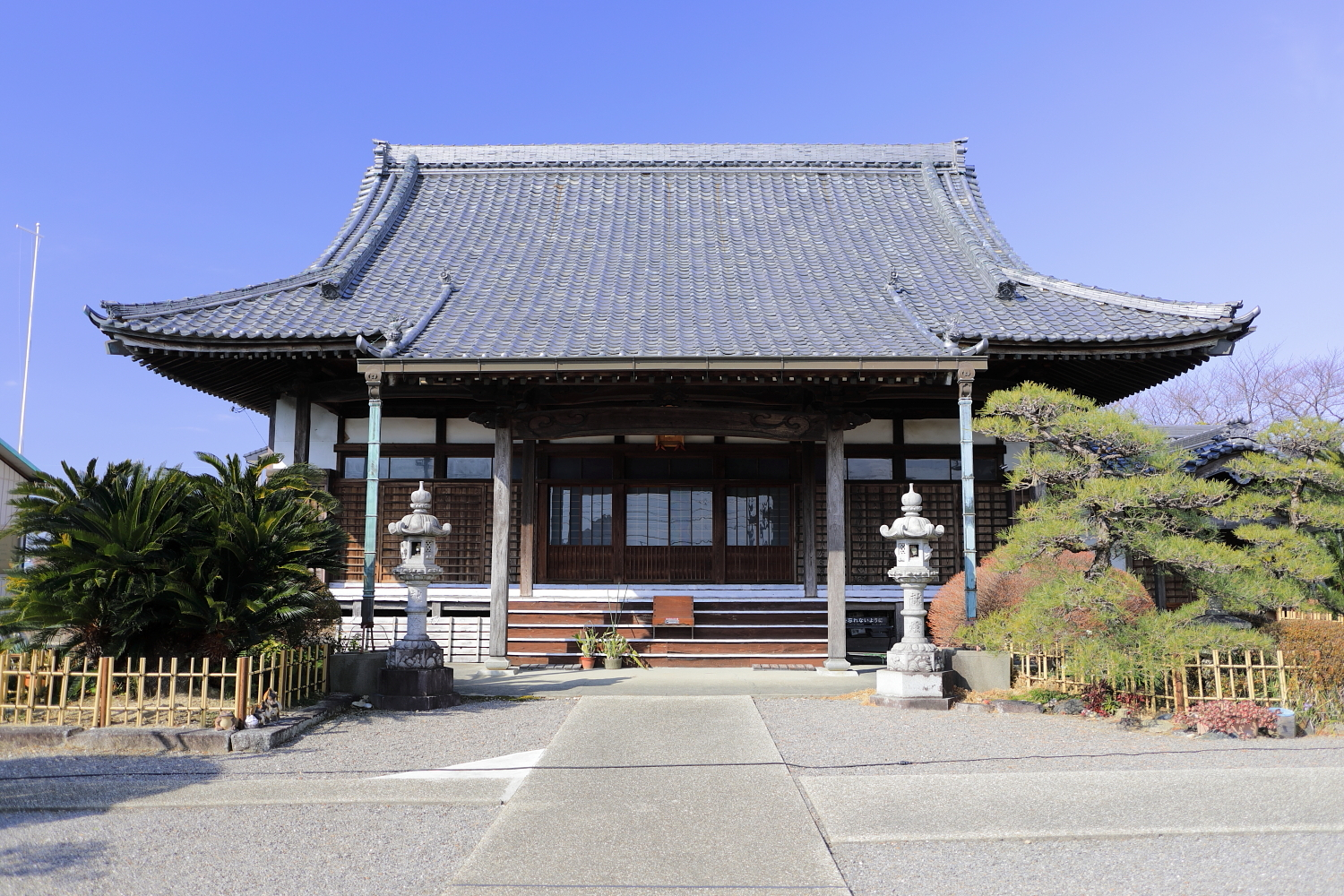
聞名寺本堂 （広美町、2019年（平成31年）2月）
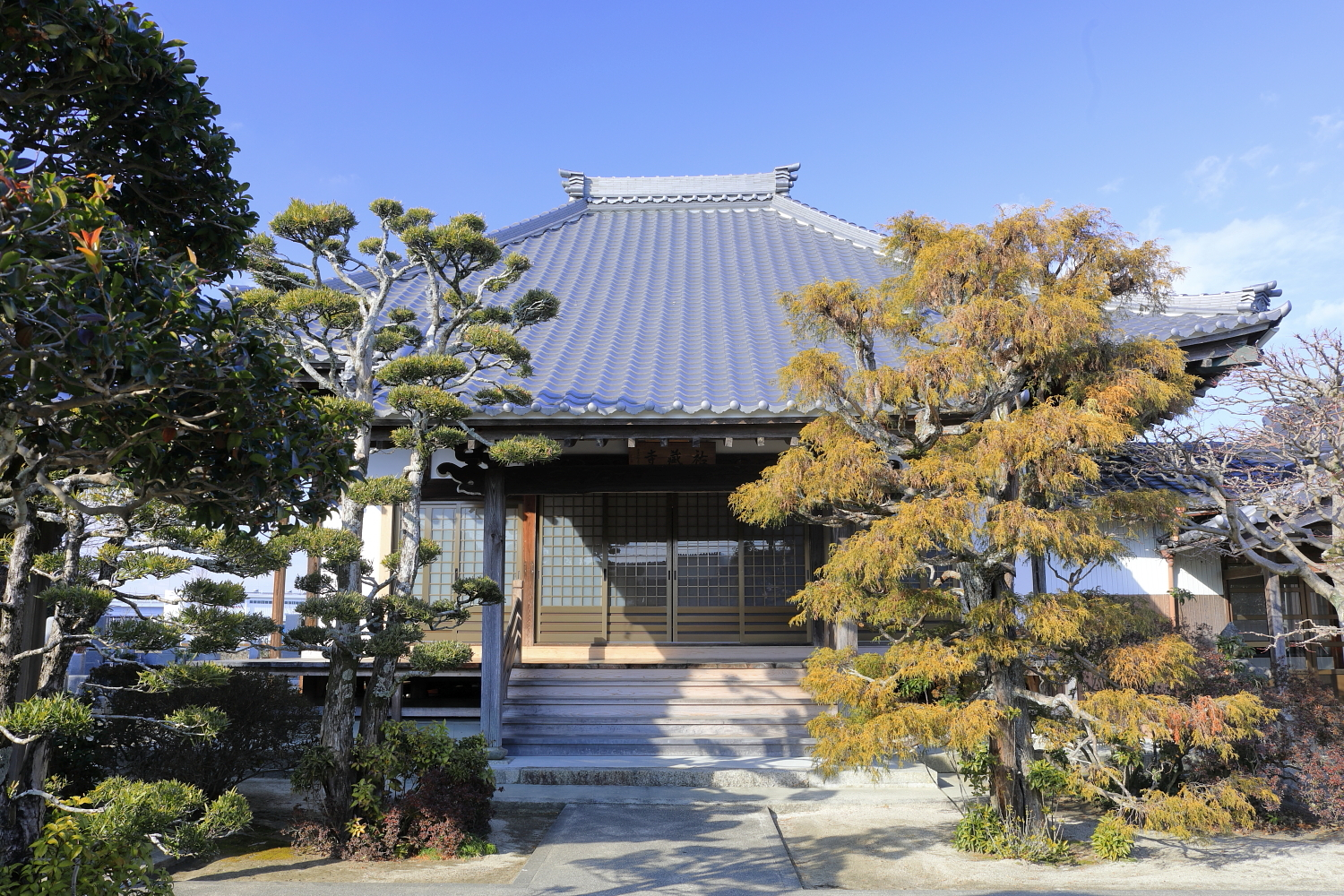
祐蔵寺本堂 （幸町、2019年（平成31年）2月）
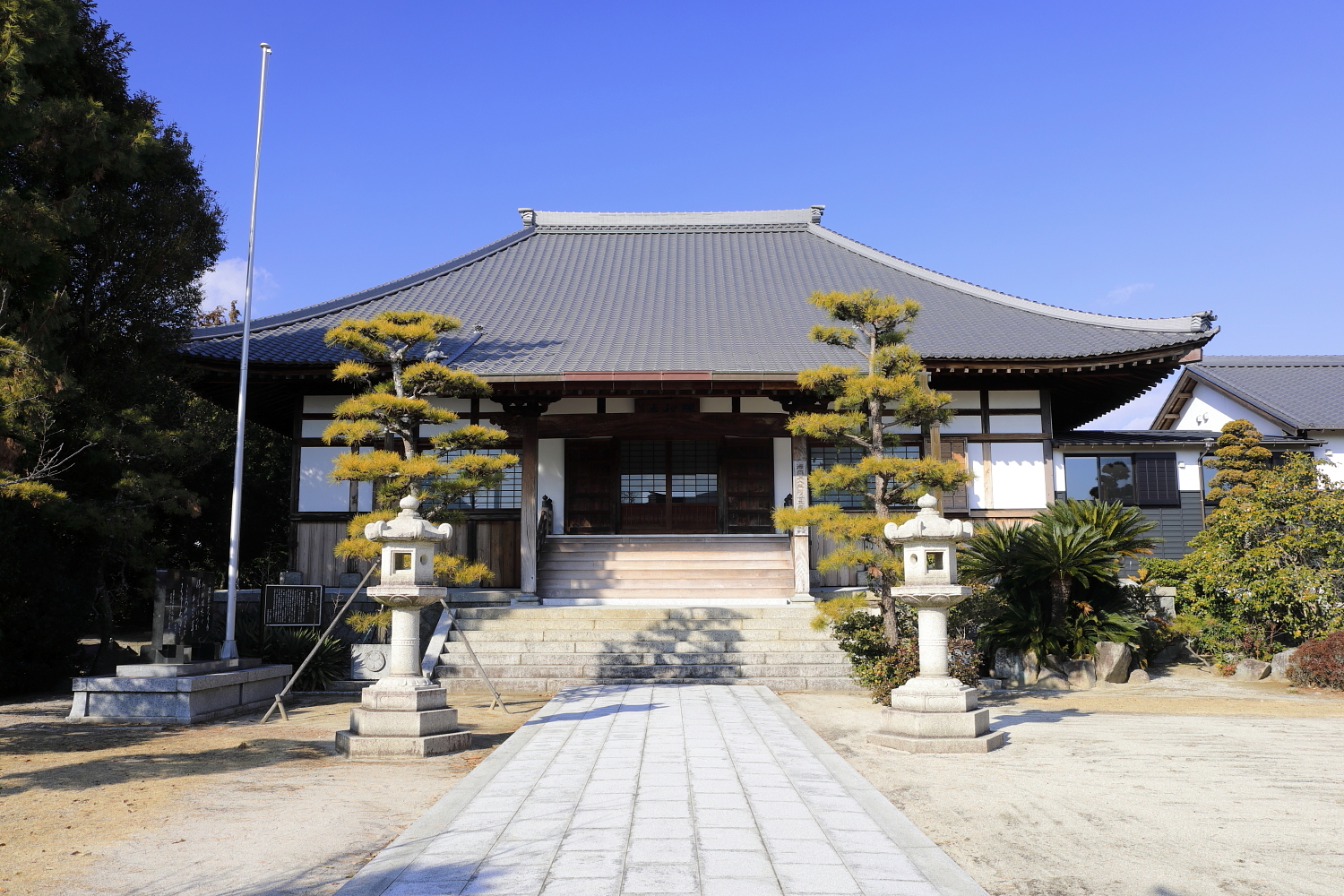
隣松寺本堂 （幸町、2019年（平成31年）2月）

高岡地区
- 阿弥陀律寺 - 西田町。浄土宗。
- 円楽寺 - 若林西町。真宗大谷派。
- 願誓寺 - 前林町。真宗大谷派。
- 教照寺 - 吉原町。真宗大谷派。
- 光恩寺 - 竹元町。真宗大谷派。
- 庚申寺 - 竹元町。浄土宗。
- 高林寺 - 堤町。浄土宗。
- 極楽寺 - 駒場町。臨済宗妙心寺派。
- 西雲寺 - 住吉町。真宗大谷派。
- 紫雲院 - 住吉町。浄土宗。
- 順了寺 - 本田町。浄土宗。
- 成就律寺 - 大林町。浄土宗。
- 浄照寺 - 若林西町。真宗大谷派。
- 真浄寺 - 中根町。真宗大谷派。
- 瑞応寺 - 堤本町。曹洞宗。
- 徳念寺 - 駒場町。浄土真宗本願寺派。
- 徳本寺 - 堤本町。曹洞宗。
- 万国寺 - 中田町。真宗大谷派。
- 本源寺 - 御幸本町。浄土宗。
- 宝樹院 - 上丘町。浄土宗西山深草派。
- 満徳寺 - 前林町。真宗大谷派。
- 萬福寺 - 大林町。真宗大谷派。
- 養寿寺 - 花園町。真宗大谷派。
- 龍興寺 - 中町。臨済宗妙心寺派。

- 浄照寺本堂
（若林西町、2019年（平成31年）1月）
- 瑞応寺本堂
（堤本町、2018年（平成30年）12月）
- 徳念寺本堂
（駒場町、2016年（平成28年）5月）
- 宝樹院本堂
（上丘町、2019年（令和元年）8月）
- 満徳寺外観
（前林町、2018年（平成30年）12月）
- 萬福寺本堂
（大林町、2019年（令和元年）9月）
- 養寿寺本堂
（花園町、2019年（平成31年）1月）
- 龍興寺本堂
（中町、2019年（令和元年）9月）

猿投地区
- 阿弥陀院 - 平戸橋町。浄土宗。
- 雲龍寺 - 四郷町。曹洞宗。
- 延命寺 - 四郷町。曹洞宗。
- 観音院 - 越戸町。真言宗醍醐派。
- 観音寺 - 乙部町。浄土宗。
- 喜宝寺 - 加納町。曹洞宗。
- 弘誓院 - 加納町。浄土宗。
- 鞍馬山別院弘恵寺 - 井上町。鞍馬弘教。
- 桂林寺 - 御船町。曹洞宗。
- 庚申寺 - 舞木町。浄土宗。
- 厚徳寺 - 本徳町。曹洞宗。
- 光明寺 - 花本町。真宗大谷派。
- 光輪寺 - 四郷町。真宗大谷派。
- 十王寺 - 亀首町。曹洞宗。
- 浄厳寺 - 御船町。浄土宗。
- 称讃寺 - 亀首町。浄土宗。
- 浄禅寺 - 亀首町。曹洞宗。
- 信光寺 - 荒井町。浄土宗。
- 流山寺摂取院 - 猿投町。浄土宗。
- 専修院 - 越戸町。浄土宗。
- 大松寺 - 加納町。
- 大悲殿東昌寺 - 猿投町。曹洞宗。
- 長寿寺 - 亀首町。曹洞宗。
- 塚本教会 - 加納町。浄土宗。
- 透玄寺 - 上原町。曹洞宗。
- 宝積寺 - 西広瀬町。曹洞宗。
- 大定院 - 御船町。不動教。
- 明王寺 - 舞木町。曹洞宗。
- 妙学院 - 亀首町。
- 薬王寺 - 枝下町。曹洞宗。
- 薬師寺 - 越戸町。浄土宗。

- 雲龍寺本堂
（四郷町、2019年（令和元年）8月）
- 浄厳寺本堂
（御船町、2019年（令和元年）8月）
- 大悲殿東昌寺境内
（猿投町、2018年（平成30年）11月）
- 身玉山大定院本堂
（御船町、2006年（平成18年）11月）

保見地区
- 永福寺 - 保見町。黄檗宗。
- 高善寺 - 貝津町。法華宗陣門流。
- 地蔵寺 - 保見町。曹洞宗。
- 浄福寺 - 伊保町。真宗大谷派。
- 正林寺 - 広幡町。曹洞宗。
- 宋岳寺 - 貝津町。曹洞宗。
- 長善寺 - 貝津町。浄土宗。
- 徳翁院 - 八草町。曹洞宗。
- 徳合院 - 東保見町。曹洞宗。
- 報恩寺 - 伊保町。臨済宗東福寺派。
- 薬師寺 - 篠原町。曹洞宗。
- 永沢寺 - 篠原町。曹洞宗。
- 了喜院 - 保見町。浄土宗。
- 龍洞寺 - 篠原町。曹洞宗。
- 林光寺 - 田籾町。曹洞宗。
- 和徳寺 - 保見町。真宗大谷派。

- 永福寺本堂
（保見町、2019年（平成31年）1月）
- 地蔵寺本堂
（保見町、2019年（平成31年）1月）
- 宋岳寺本堂
（貝津町、2019年（平成31年）1月）
- 徳合院本堂
（東保見町、2019年（平成31年）1月）
- 永沢寺本堂
（篠原町、2019年（令和元年）8月）
- 龍洞寺本堂
（篠原町、2019年（令和元年）8月）
- 林光寺本堂
（田籾町、2019年（平成31年）2月）
- 和徳寺本堂
（保見町、2019年（平成31年）1月）

石野地区
- 恩真寺 - 山中町。曹洞宗。
- 観音院 - 芳友町。浄土宗西山深草派。
- 金泉寺 - 東広瀬町。曹洞宗。
- 広済寺 - 東広瀬町。曹洞宗。
- 広昌院 - 力石町。浄土宗。
- 広沢寺 - 東広瀬町。真宗大谷派。
- 極楽寺 - 藤沢町。真宗大谷派。
- 松興寺 - 松嶺町。真宗大谷派。
- 浄心寺 - 山中町。浄土宗。
- 浄専寺 - 小峯町。真宗大谷派。
- 性善寺 - 石野町。真宗大谷派。
- 清通寺 - 上高町。真宗大谷派。
- 千鳥寺 - 千鳥町。曹洞宗。
- 増慶寺 - 野口町。真宗大谷派。
- 智誓寺 - 富田町。真宗大谷派。
- 中金寺 - 中金町。真宗大谷派。
- 寺谷下教会 - 寺下町。真宗大谷派。
- 成合教会 - 成合町。真宗大谷派。
- 如意寺 - 力石町。真宗大谷派。
- 芳友寺 - 芳友町。真宗大谷派。

- 広沢寺本堂
（東広瀬町、2019年（平成31年）4月）
- 清通寺外観
（上高町、2009年（平成21年）10月）
- 千鳥寺本堂
（千鳥町、2019年（平成31年）4月）
- 増慶寺本堂
（野口町、2019年（平成31年）4月）
- 如意寺本堂
（力石町、2019年（平成31年）4月）

松平地区
- 安全寺 - 坂上町。浄土宗。
- 大給教会 - 大内町。浄土宗。
- 皆福寺 - 幸海町。真宗大谷派。
- 吉祥院 - 九久平町。曹洞宗。
- 教恩寺 - 豊松町。真宗大谷派。
- 地蔵院玉泉寺 - 松平志賀町。浄土宗。
- 華蔵院 - 桂野町。浄土宗。
- 顕正寺 - 岩倉町。真宗大谷派。
- 高月院 - 松平町。浄土宗。
- 高徳寺 - 九久平町。浄土宗。
- 地蔵院 - 坂上町。曹洞宗。
- 春光院 - 岩倉町。浄土宗。
- 信光寺 - 豊松町。真宗大谷派。
- 晴暗寺 - 林添町。曹洞宗。
- 正受寺 - 九久平町。真宗大谷派。
- 護方院専光寺 - 滝脇町。真宗大谷派。
- 専修庵 - 桂野町。浄土宗。
- 長慶寺 - 岩倉町。曹洞宗。
- 長慶寺 - 松平志賀町。真宗大谷派。
- 長松院 - 滝脇町。曹洞宗。
- 長福寺 - 松平町。天台宗。
- 徳山寺 - 中垣内町。真宗大谷派。
- 徳彰庵 - 松平志賀町。浄土宗。
- 法興寺 - 加茂川町。真宗大谷派。
- 法徳寺 - 長沢町。真宗大谷派。
- 妙昌寺 - 王滝町。曹洞宗。
- 妙真寺（東海動物霊園） - 穂積町。
- 祐源寺 - 幸海町。曹洞宗。
- 来迎院 - 岩倉町。浄土宗。
- 蓮生寺 - 坂上町。真宗大谷派。

- 高徳寺山門
（九久平町、2019年（令和元年）7月）
- 高月院本堂
（松平町、2019年（令和元年）8月）
- 妙昌寺本堂
（王滝町、2012年（平成24年）5月）

藤岡地区
- 栄行寺 - 下川口町。真宗大谷派。
- 教安院 - 深見町。浄土宗。
- 慶昌寺 - 三箇町。曹洞宗。
- 向陽寺 - 折平町。曹洞宗。
- 金剛寺 - 北一色町。曹洞宗。
- 昌林寺 - 御作町。曹洞宗。
- 瑞雲寺 - 西中山町。曹洞宗。
- 蔵圓寺 - 白川町。曹洞宗。
- 天宗寺 - 木瀬町。曹洞宗。
- 天徳寺 - 御作町。曹洞宗。
- 徳昌寺 - 木瀬町。曹洞宗。
- 林宗寺 - 藤岡飯野町。曹洞宗。

小原地区
- 観音寺 - 千洗町。真言宗大覚寺派。
- 久昌寺 - 沢田町。曹洞宗。
- 教聖寺 - 小原大倉町。真宗高田派。
- 廣圓寺 - 市場町。曹洞宗。
- 廣圓禅寺 - 市場町。
- 西運寺 - 市場町。浄土宗。

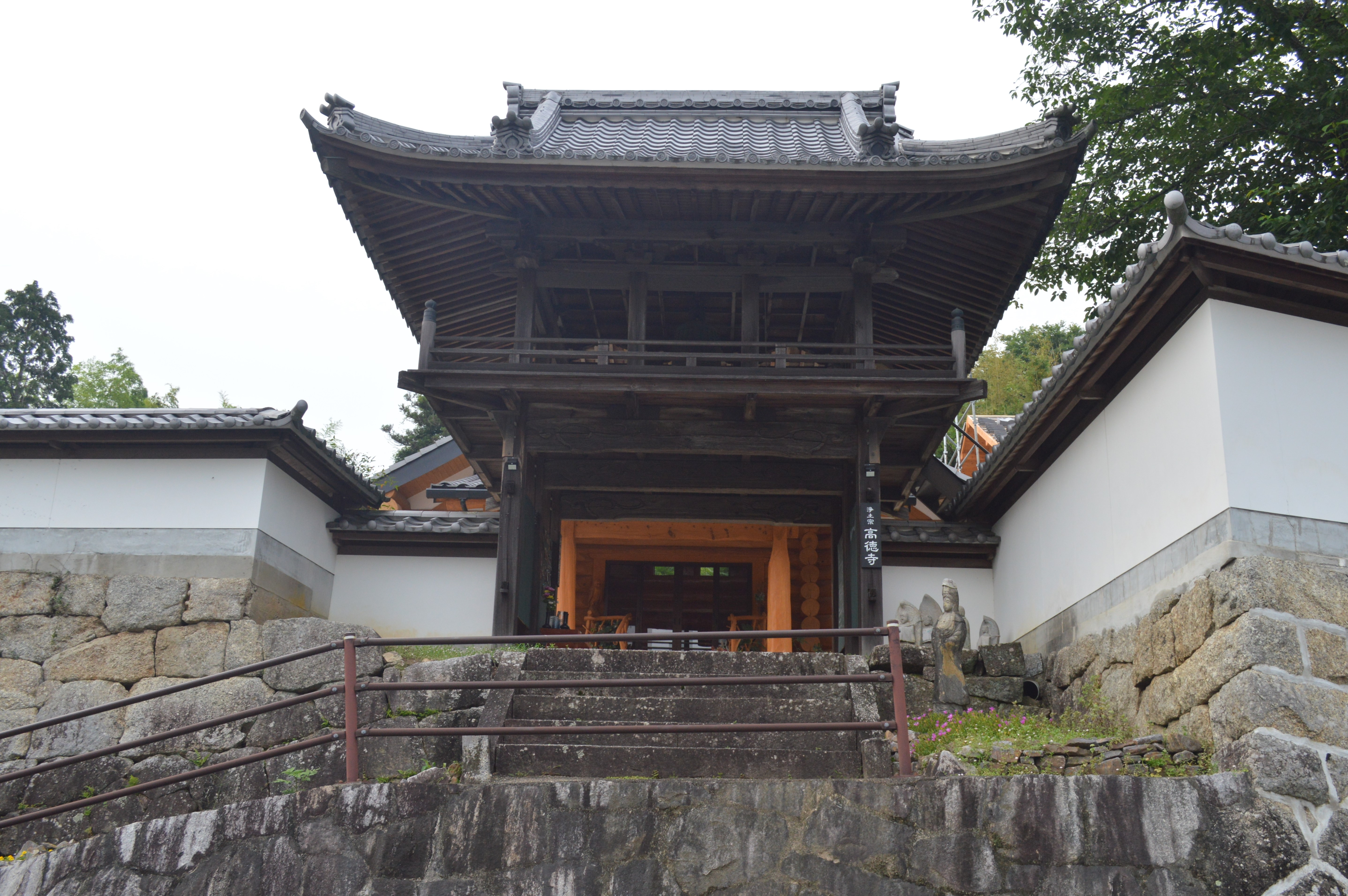
高徳寺山門 （九久平町、2019年（令和元年）7月）
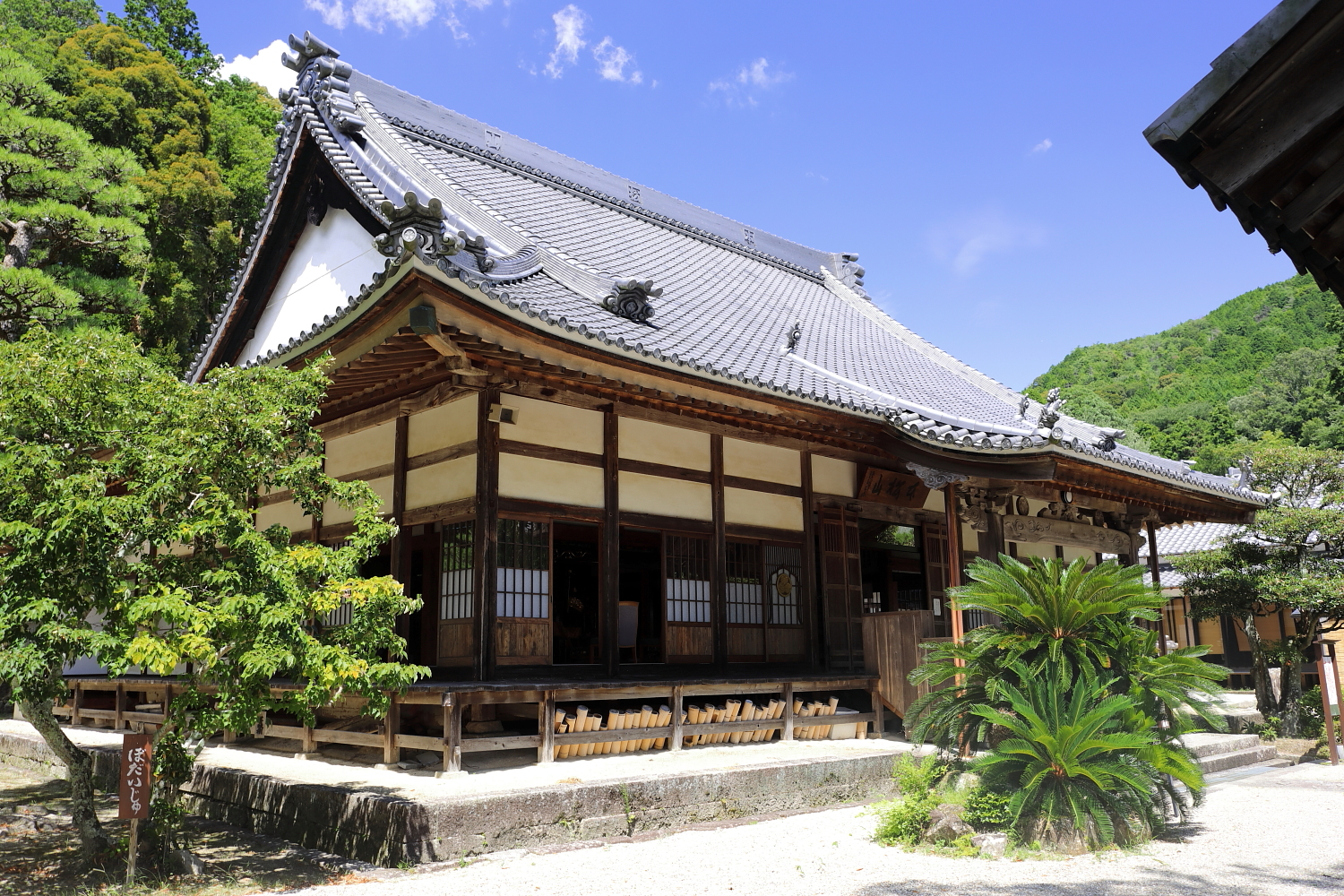
高月院本堂 （松平町、2019年（令和元年）8月）
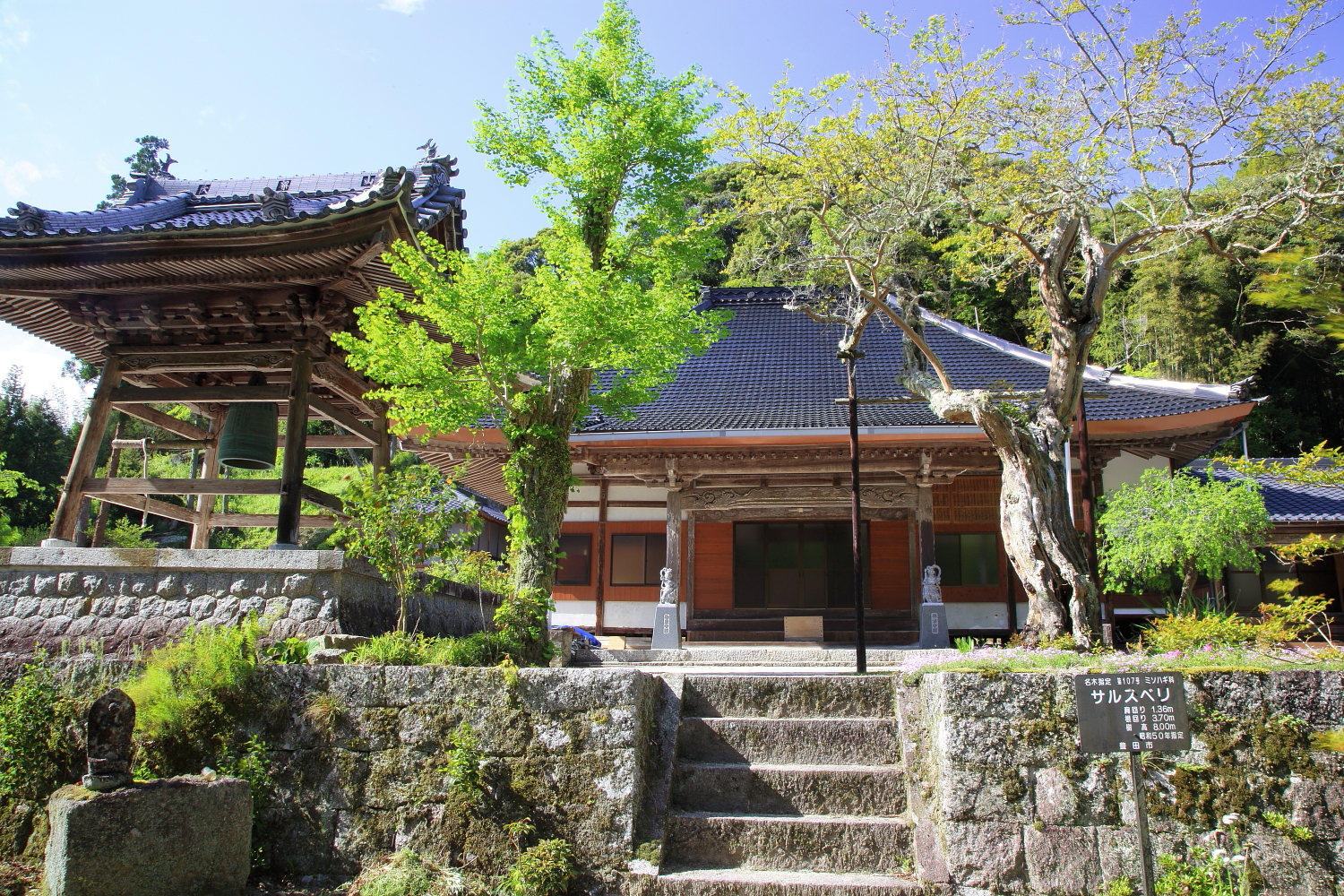
妙昌寺本堂 （王滝町、2012年（平成24年）5月）

- 祝峰寺（だるま寺） - 三ツ久保町。臨済宗妙心寺派。

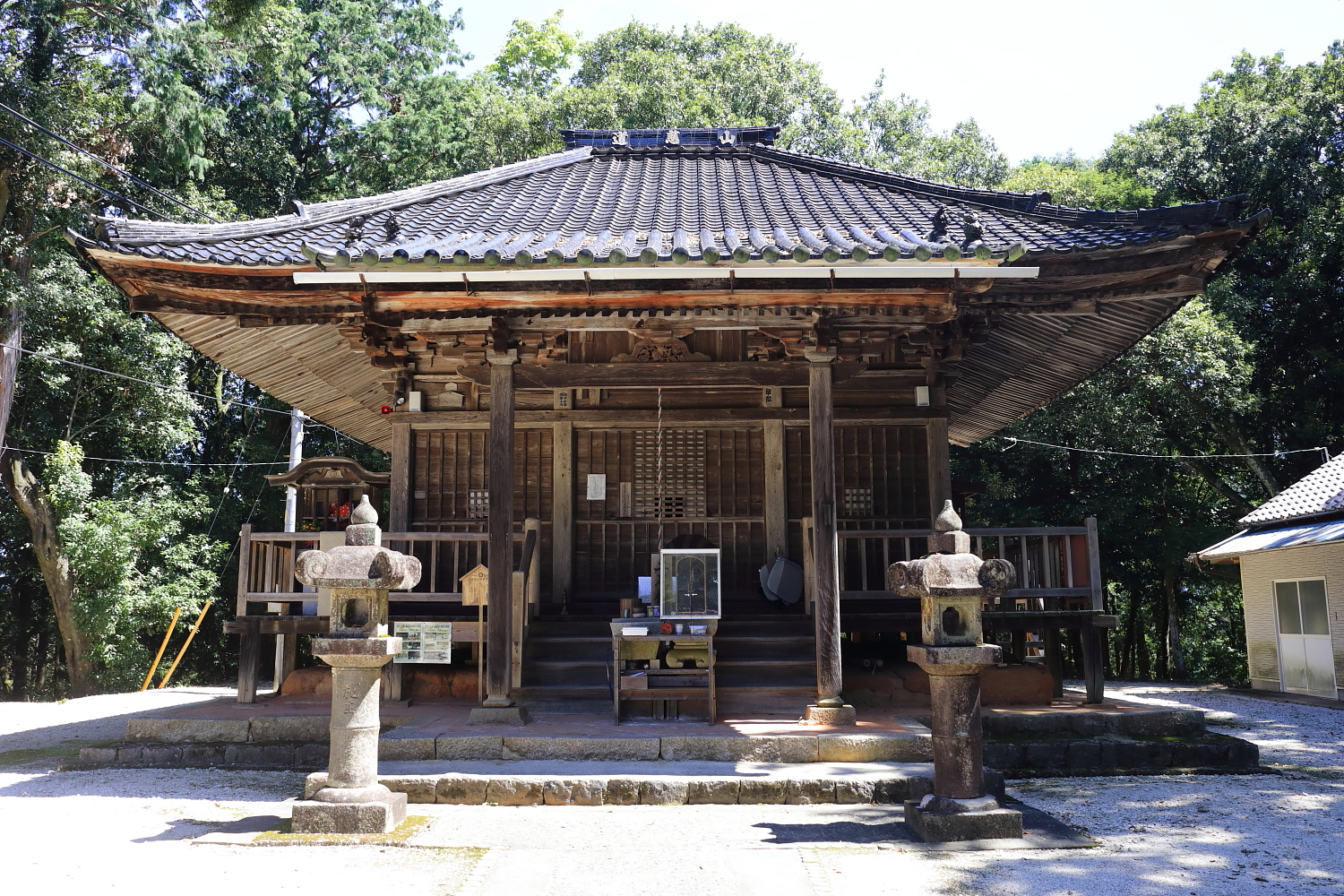
観音寺本堂 （千洗町、2019年（令和元年）9月）

- 松月寺（小原稲荷） - 大坂町。曹洞宗。
- 川見薬師寺 - 川見町。真言宗高野山派。
- 善明寺 - 平畑町。真宗高田派。
- 東泉寺 - 岩下町。真宗高田派。
- 洞牧寺 - 上仁木町。曹洞宗。
- 祐福寺 - 簗平町。真宗高田派。
- 竜泉寺 - 日面町。曹洞宗。
- 嶺雲寺 - 小原町。曹洞宗。

- 観音寺本堂
（千洗町、2019年（令和元年）9月）

足助地区
- 阿弥陀寺 - 大井町。浄土宗。
- 安勝院 - 岩谷町。浄土宗西山深草派。
- 岩崎観音寺 - 足助町。曹洞宗。
- 因超寺 - 近岡町。真宗大谷派。
- 円通院 - 明川町。曹洞宗。
- 応声寺 - 久木町。浄土宗西山深草派。
- 海蔵寺 - 菅生町。
- 願永寺 - 実栗町。真宗大谷派。
- 慶安寺 - 足助町。曹洞宗。
- 香積寺 - 足助町。曹洞宗。
- 滋眼寺 - 月原町。
- 宗恩寺 - 足助町。真宗大谷派。
- 十王寺 - 足助町。真宗大谷派。
- 昌安寺 - 西樫尾町。曹洞宗。
- 浄雲寺 - 霧山町。浄土宗。
- 正覚院 - 室口町。浄土宗西山深草派。
- 浄国院 - 小町。浄土宗。
- 昌全寺 - 五反田町。曹洞宗。
- 心月院 - 則定町。曹洞宗。
- 瑞雲寺 - 国閑町。
- 専休寺 - 中立町。真宗大谷派。
- 専蔵寺 - 栃本町。真宗大谷派。
- 善導寺 - 国谷町。真宗大谷派。
- 専念寺 - 冷田町。浄土宗。
- 宋吉寺 - 東川端町。
- 宗源寺 - 上八木町。曹洞宗。
- 大光院 - 御蔵町。曹洞宗。
- 大鷲院 - 新盛町。曹洞宗。
- 中宮寺 - 桑田和町。浄土宗西山深草派。
- 長福寺 - 安実京町。浄土宗西山深草派。
- 等光寺 - 平折町。真宗大谷派。
- 徳用寺 - 富岡町。曹洞宗。
- 如来寺 - 上小田町。真宗大谷派。
- 万昌院 - 山谷町。曹洞宗。
- 普光寺 - 足助町。曹洞宗。
- 平勝寺 - 綾渡町。曹洞宗。
- 法音寺明川支院 - 明川町。日蓮宗。
- 宝樹院 - 葛沢町。浄土宗西山深草派。
- 宝珠院 - 足助町。浄土宗西山深草派。
- 発願寺 - 摺町。真宗大谷派。
- 妙見寺風天洞 - 大蔵町。日蓮宗。
- 明誓寺 - 月原町。真宗大谷派。
- 楽円寺 - 田振町。真宗大谷派。
- 竜宝寺 - 川面町。
- 良信寺 - 足助白山町。真宗大谷派。

- 岩崎観音寺本堂
（足助町、2012年（平成24年）2月）
- 慶安寺本堂
（足助町、2019年（令和元年）6月）
- 香積寺本堂
（足助町、2019年（令和元年）8月）
- 十王寺本堂
（足助町、2012年（平成24年）3月）
- 心月院
（則定町、2012年（平成24年）1月）
- 大鷲院本堂
（新盛町、2019年（令和元年）8月）
- 普光寺本堂
（足助町、2019年（令和元年）6月）
- 平勝寺本堂
（綾渡町、2012年（平成24年）6月）
- 宝珠院山門
（足助町、2012年（平成24年）3月）

下山地区
- 易往寺 - 花沢町。真宗大谷派。
- 円満寺 - 神殿町。
- 光照寺 - 羽布町。曹洞宗。
- 光摂寺 - 大沼町。真宗大谷派。
- 高福寺 - 栃立町。真宗大谷派。
- 慈眼寺 - 羽布町。曹洞宗。
- 実相院 - 蘭町。浄土宗西山深草派。
- 正栄寺 - 立岩町。曹洞宗。
- 浄円寺 - 蕪木町。真宗大谷派。
- 正徳院 - 神殿町。臨済宗。
- 常楽寺 - 野原町。曹洞宗。
- 清寿院 - 田折町。浄土宗西山深草派。
- 大聖寺 - 和合町。曹洞宗。
- 長照寺 - 下山田代町。真宗大谷派。
- 洞樹院 - 大沼町。浄土宗西山深草派。
- 等順寺 - 大沼町。真宗大谷派。
- 洞泉寺 - 東大林町。
- 福寿院 - 阿蔵町。曹洞宗。
- 福念寺 - 花沢町。真宗大谷派。
- 妙厳寺 - 大桑町。臨済宗永源寺派。
- 妙楽寺 - 花沢町。真宗大谷派。

- 等順寺本堂
（大沼町、2019年（令和元年）7月）

旭地区
- 最光院 - 日下部町。曹洞宗。
- 三玄寺 - 東萩平町。臨済宗妙心寺派。
- 慈眼寺 - 杉本町。曹洞宗。
- 浄徳寺 - 市平町。真宗高田派。
- 清涼寺 - 榊野町。曹洞宗。
- 増光寺 - 万町町。曹洞宗。

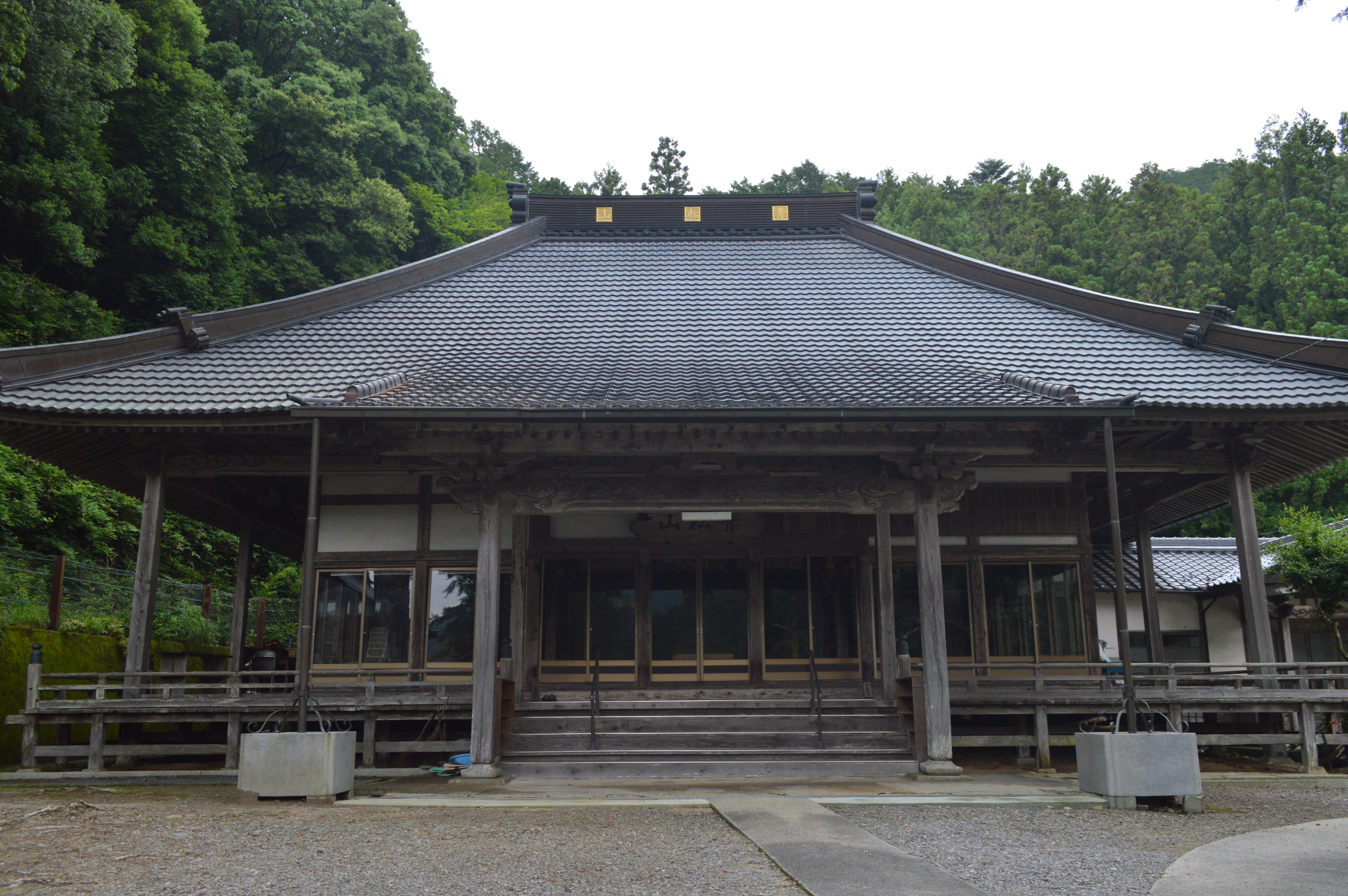
等順寺本堂 （大沼町、2019年（令和元年）7月）

- 増福寺（風鈴寺） - 小渡町。曹洞宗。通称は風鈴寺。

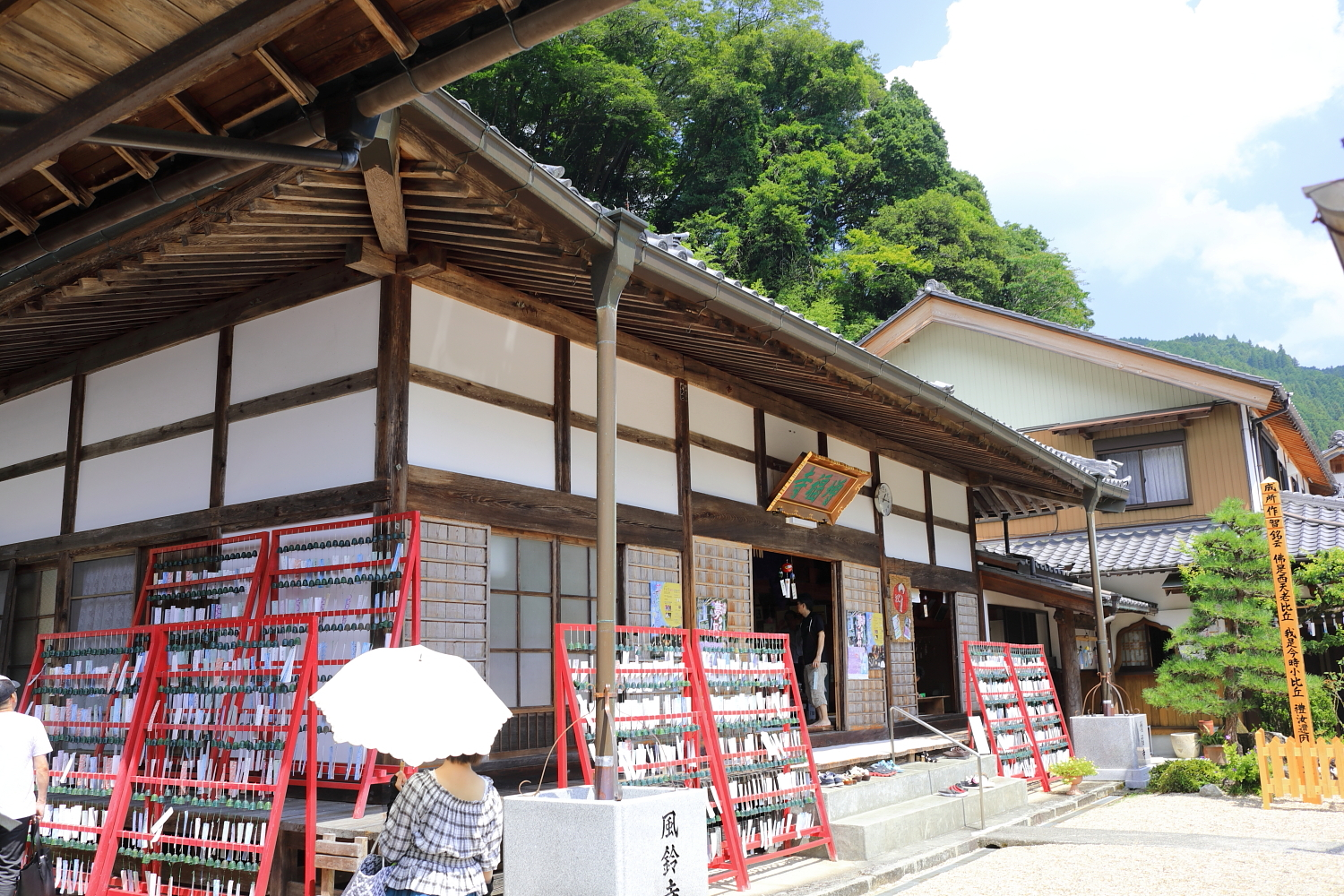
増福寺本堂 （小渡町、2019年（令和元年）8月）

- 知教寺 - 小渡町。
- 超仁寺 - 池島町。真宗大谷派。
- 東安寺 - 下切町。浄土宗。
- 徳林寺 - 笹戸町。真宗高田派。
- 福蔵寺 - 太田町。曹洞宗。
- 妙見寺 - 浅谷町。臨済宗妙心寺派。
- 立石寺 - 大坪町。真宗大谷派。

- 増福寺本堂
（小渡町、2019年（令和元年）8月）

稲武地区
- 正寿寺 - 黒田町。曹洞宗。
- 瑞龍寺 - 稲武町。臨済宗妙心寺派。
- 大安寺 - 大野瀬町。曹洞宗。
- 龍光院 - 桑原町。曹洞宗。

- 瑞龍寺山門
（稲武町、2018年（平成30年）6月）

#### 小堂・小祠
- 青木地蔵尊 - 堤町
- 阿弥陀堂 - 小呂町
- 阿弥陀堂 - 平沢町
- 石神大明神 - 越戸町
- 市木弘法堂 - 市木町
- 市木辻堂 - 市木町
- 市場三十三観音堂 - 市場町
- 稲武観音 - 稲武町
- 大島堂 - 東大島町
- おせん川不動明王 - 足助町
- カサ神 - 椿立町
- 観音教会 - 桝塚東町
- 観音堂 - 西中山町
- 観音堂 - 東中山町
- 観音堂 - 大沼町
- 鬼門薬師如来・意母観世音・水子観世音 - 伊保町

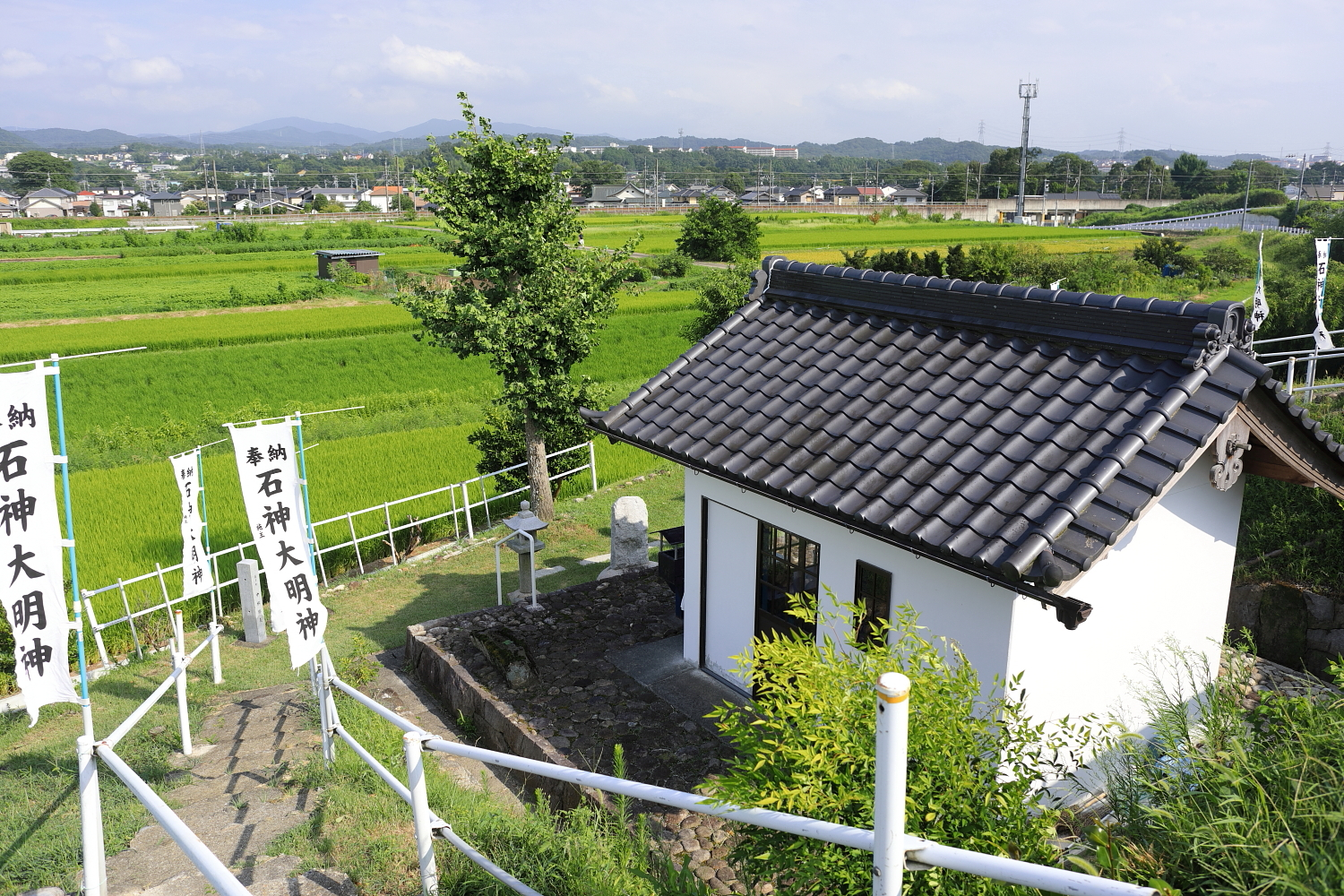
石神大明神 （越戸町、2019年（令和元年）8月）
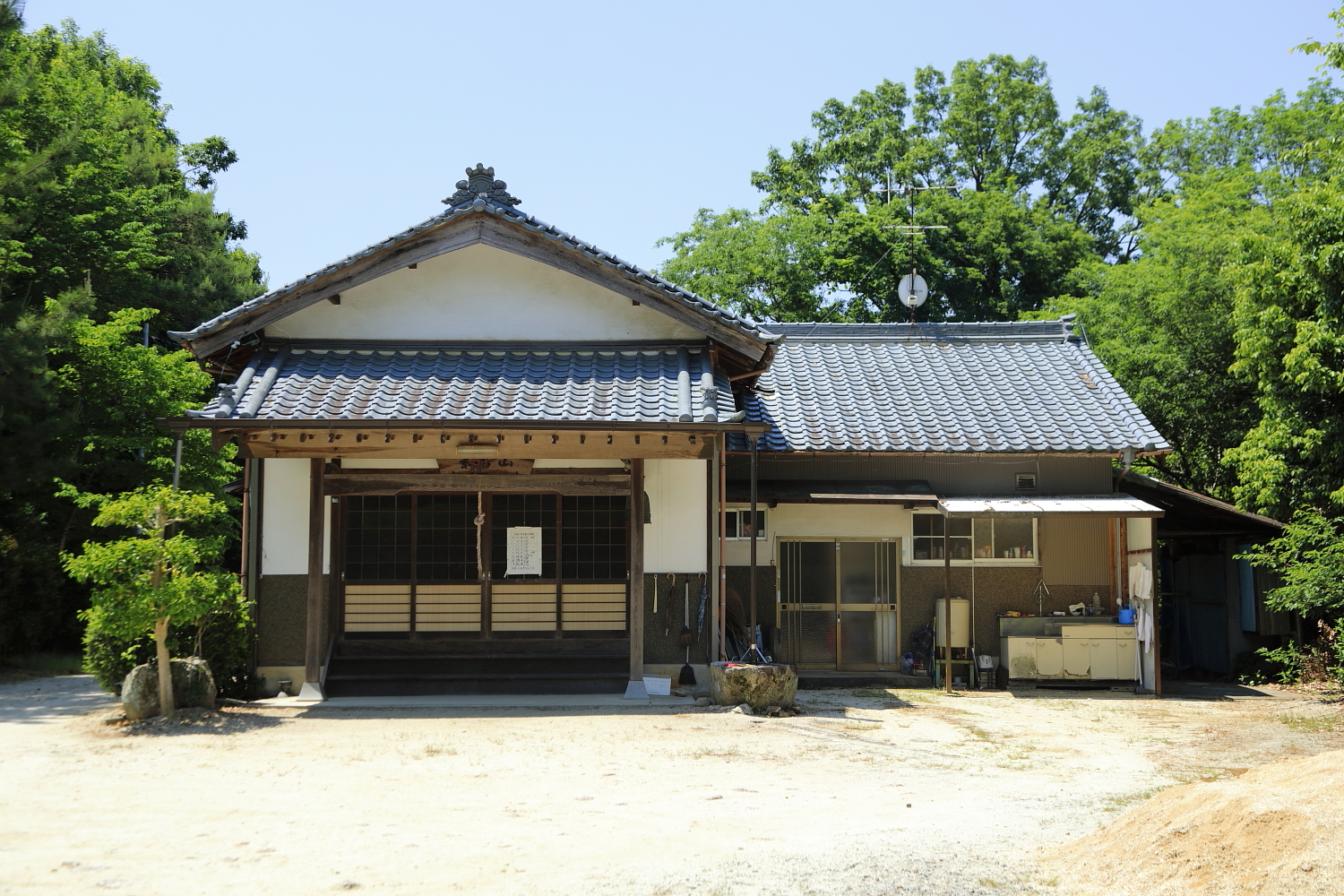
市木弘法堂 （市木町、2019年（令和元年）5月）
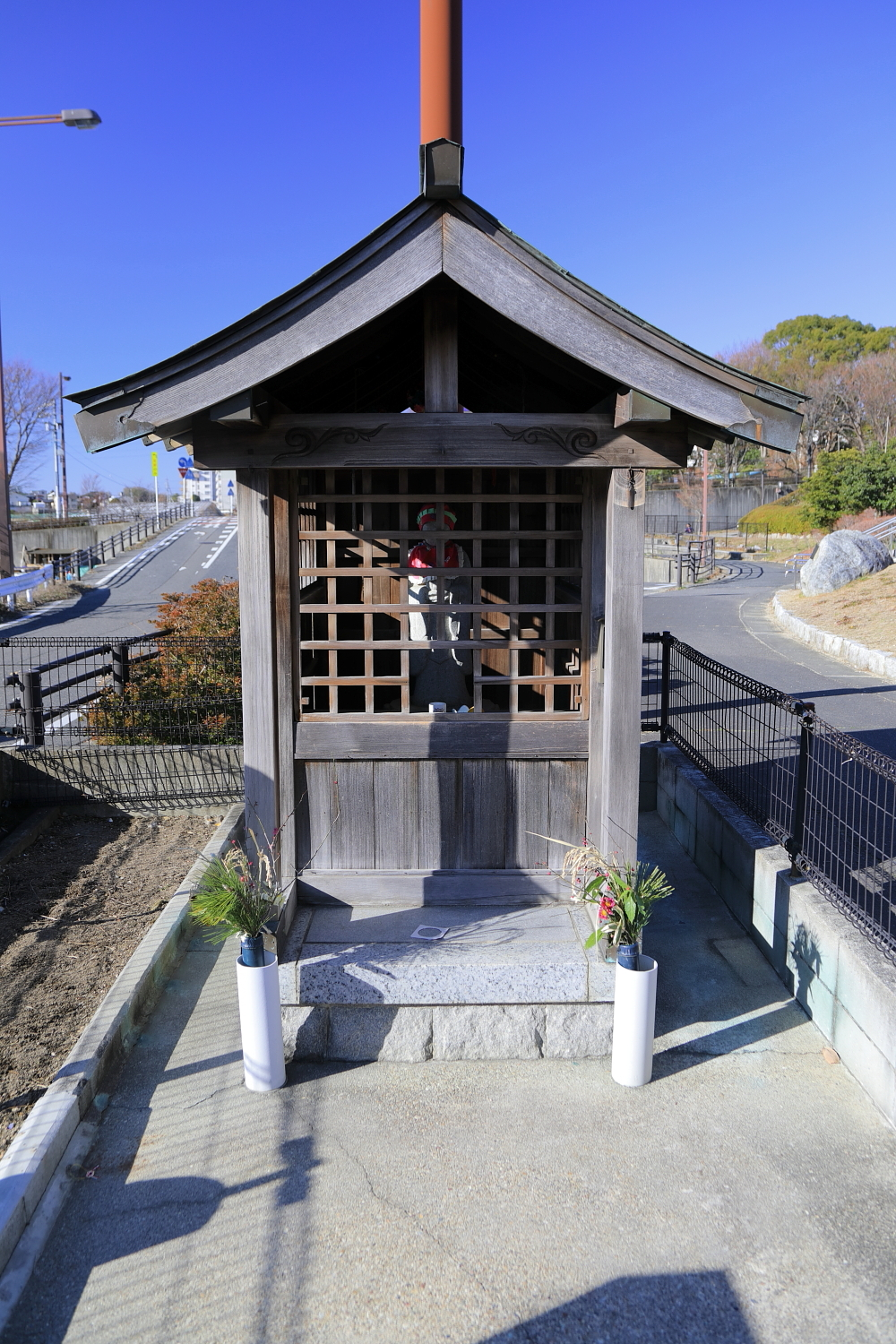
小丸地蔵 （樹木町、2019年（平成31年）1月）
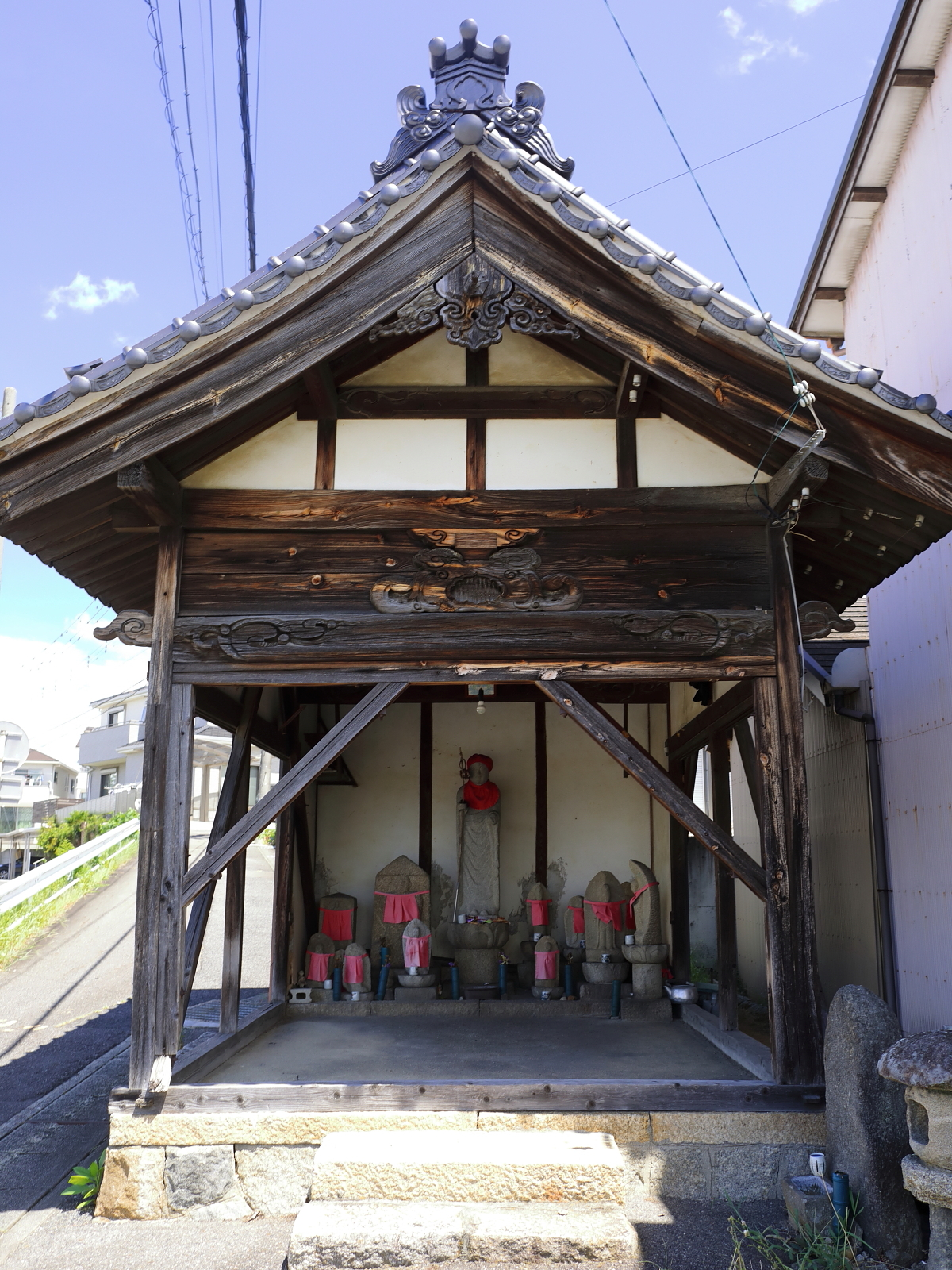
地蔵堂 （御立町、2019年（令和元年）8月）
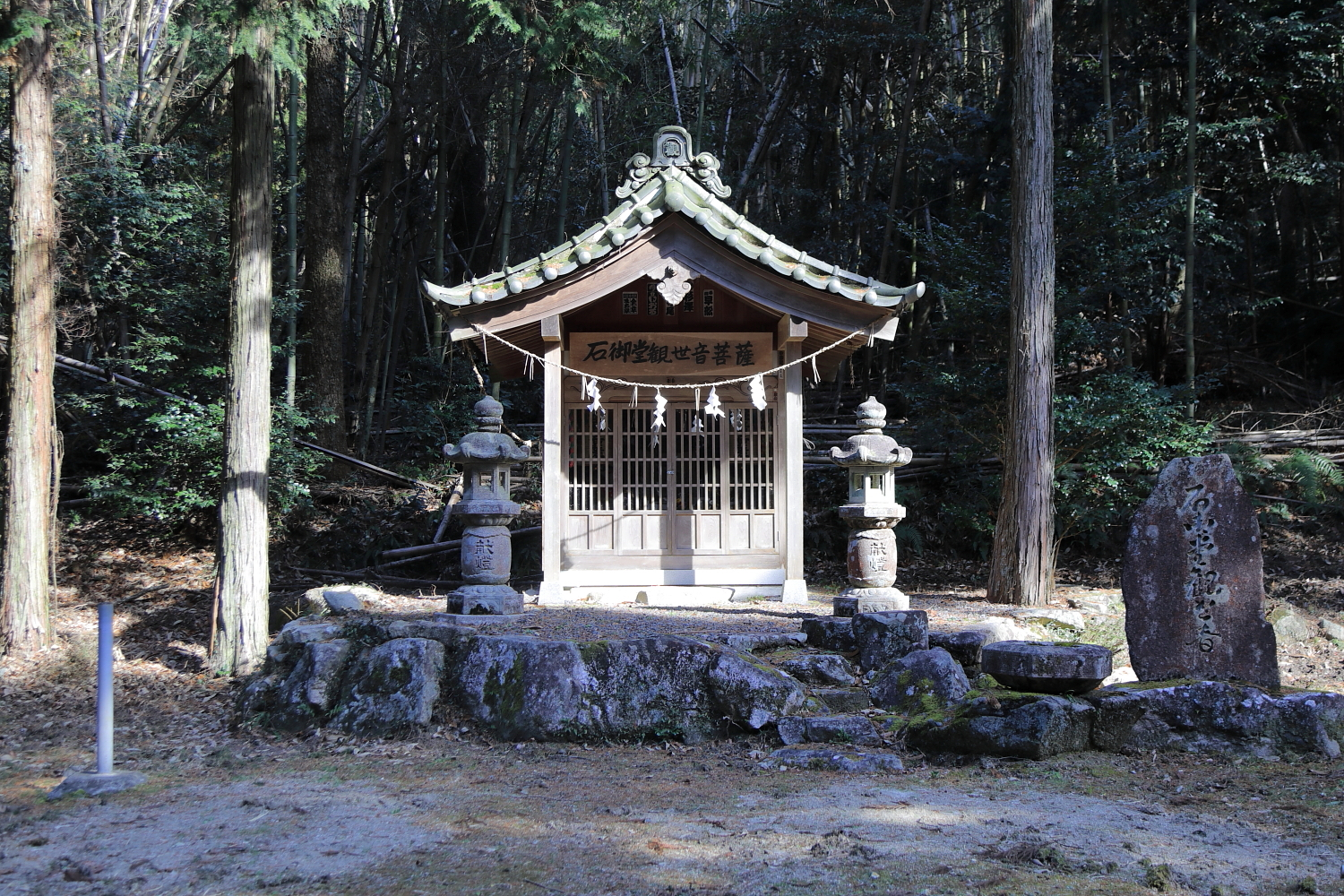
滝脇石御堂 （滝脇町、2019年（平成31年）3月）
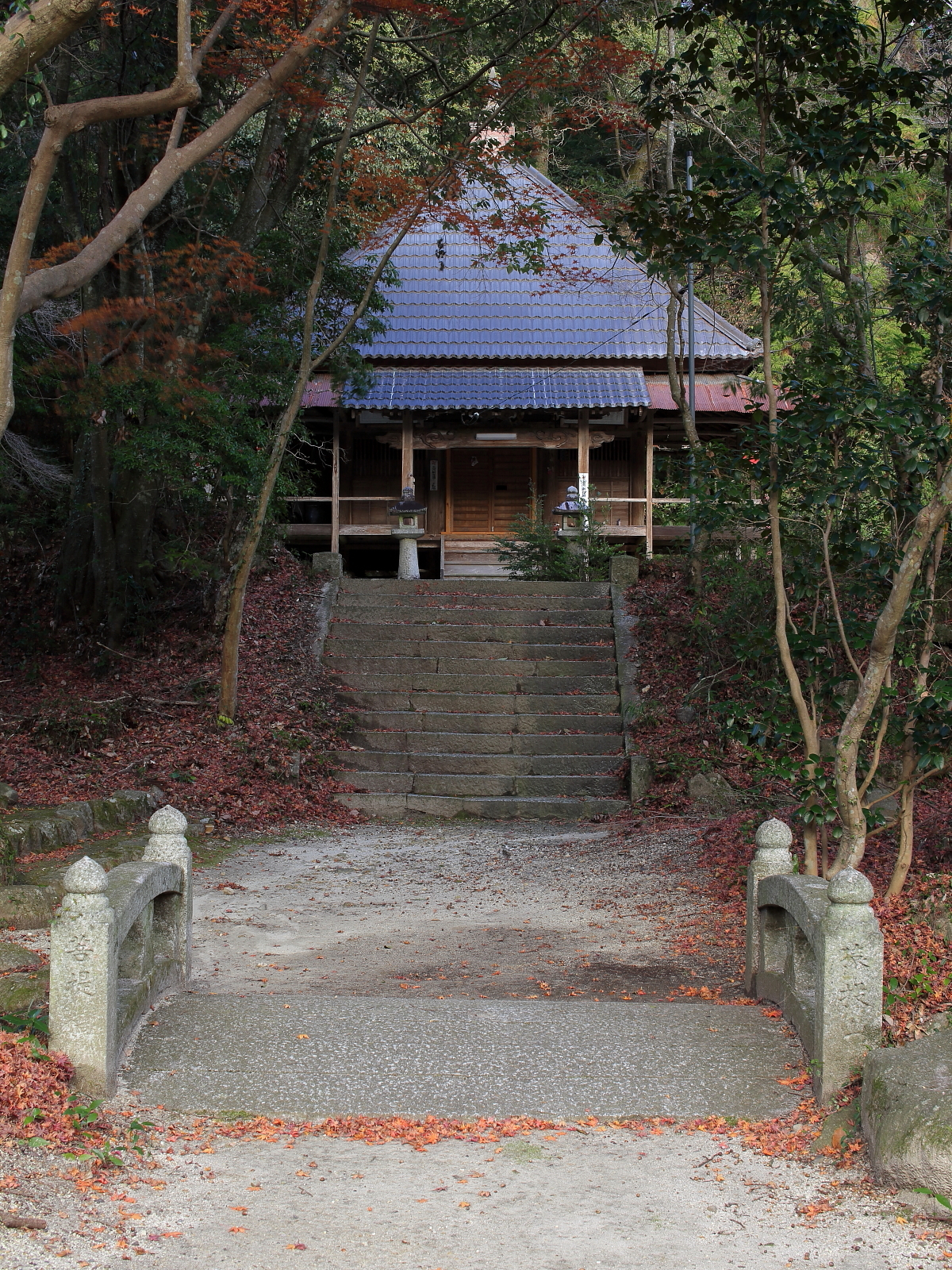
山中観音堂 （猿投町、2013年（平成25年）12月）

- 切山観音堂 - 上切山町
- くらし観音 - 黒坂町
- 庚申閣 - 下中町
- 庚申社 - 渡刈町
- 庚申堂 - 八草町
- 庚申堂 - 中金町
- 庚申堂 - 岩倉町
- 弘法庵 - 加茂川町
- 弘法堂 - 秋葉町
- 弘法堂 - 三箇町
- 弘法山 - 大沼町
- 小寺観音 - 笹戸町
- 小町観音 - 小町
- 込行六部堂 - 御船町
- 子安地蔵尊 - 成合町
- 小丸地蔵 - 樹木町
- 子守地蔵尊 - 足助白山町
- 小野堂 - 小町
- 金毘羅天 - 川面町
- 三弘法 - 小町
- 三十三観音 - 玉野町
- 地蔵尊 - 土橋町
- 地蔵尊 - 加納町
- 地蔵堂 - 下林町
- 地蔵堂 - 足助町
- 地蔵堂 - 綾渡町
- 地蔵堂 - 上八木町
- 地蔵堂 - 小町
- 地蔵堂 - 御立町
- 地頭大龍神 - 大沼町
- 出世観音堂 - 井ノ口町
- 白馬観音 - 山谷町
- 善光寺堂 - 高岡町
- 全帝大明神 - 桑田和町
- 太子堂 - 足助町
- 大日堂 - 岩神町
- 高橋弘法堂 - 福受町
- 滝脇石御堂 - 滝脇町
- 夫恋薬師堂 - 足助町
- 百々阿弥陀堂 - 百々町
- 灯明台弘法堂 - 御船町
- 所石弘法堂 - 石楠町
- 南無弘法大師 - 猿投町
- 念仏庵 - 四ツ松町
- 不動明王 - 大見町
- 不動明王 - 畝部東町
- 不動明王 - 綾渡町
- 不動明王 - 桑田和町
- 弁財天 - 九久平町
- 洞薬師堂 - 猿投町
- 本郷教会阿弥陀堂 - 平井町
- 本郷薬師堂 - 則定町
- 町屋稲荷大明神 - 亀首町
- 峰の観音 - 琴平町
- 向山観音 - 本地町
- 元観音 - 則定町
- 薬師庵 - 沢ノ堂町
- 薬師堂 - 矢並町広畑
- 薬師堂 - 矢並町宮脇
- 薬師堂 - 加納町
- 薬師堂 - 寺下町
- 薬師堂 - 中金町
- 薬師堂 - 桂野町
- 薬師堂 - 穂積町
- 薬師堂 - 西中山町
- 薬師堂 - 綾渡町
- 薬師堂 - 有洞町
- 薬師堂 - 葛沢町
- 薬師堂 - 則定町
- 薬師堂 - 平瀬町
- 薬師如来 - 芳友町
- 山中観音堂 - 猿投町
- 立志弘法大師 - 大沼町

- 石神大明神
（越戸町、2019年（令和元年）8月）
- 市木弘法堂
（市木町、2019年（令和元年）5月）
- 小丸地蔵
（樹木町、2019年（平成31年）1月）
- 地蔵堂
（御立町、2019年（令和元年）8月）
- 滝脇石御堂
（滝脇町、2019年（平成31年）3月）
- 山中観音堂
（猿投町、2013年（平成25年）12月）

#### その他の宗教施設
- 足助教会 - 篠原町
- 足助キリスト教会 - 足助町
- 御嶽教御嶽神社 - 西山町
- 御嶽教御嶽神社 - 矢並町
- 御嶽教高根山教会 - 鴛鴨町
- 御嶽教天王教会 - 足助町
- カトリック聖心教会 - 聖心町
- 上行庵 - 宮上町
- 國光稲荷大神 - 足助町
- 幸福の科学豊田支部 - 小坂本町
- 金光教豊田教会 - 常盤町
- 崇教真光豊田小道場 - 梅坪町
- 崇教真光豊田東お浄め所 - 志賀町
- 聖霊修道院 - 聖心町
- 世界救世教足助布教所 - 足助町
- 世界救世教いづのめ教団豊田いづのめセンター - 高原町
- 世界平和統一家庭連合豊田家庭教会 - 錦町
- 創価学会豊田南文化会館 - 深田町
- 大乗教豊田教会 - 明和町
- 堤説教場 - 堤町
- 天理教足助分教会 - 御船町
- 天理教挙母分教会 - 小坂本町
- 天理教三碧分教会 - 舞木町
- 天理教西三河分教会 - 和会町
- 天理教東加茂分教会 - 杉本町
- 天理教本芝久分教会 - 久木町
- 豊田神池キリスト教会 - 美里
- 豊田キリスト教会 - 平芝町
- 豊田聖書教会 - 野見山町
- 豊田聖ペテロ聖パウロ教会 - 広久手町
- 豊田バプテスト教会 - 広美町
- 豊田東キリスト教会 - 泉町
- 豊田ホープチャペル - 高上
- 豊田みのりキリスト教会 - 今町
- 豊田めぐみ伝道所 - 保見町
- 名古屋バプテスト教会希望キリスト伝道所 - 日南町
- 日本キリスト教団豊田教会 - 大清水町
- 日本福音ルーテル挙母教会 - 桜町
- パーフェクト リバティー教団豊田教会 - 小坂本町
- ハサナス・マスジド・トヨタ・モスク - 堤町
- 光ゴスペル・インターナショナル・チャーチ - 美里
- 保見キリスト教会 - 保見ケ丘
- 末日聖徒イエス・キリスト教会豊田ワード - 梅坪町
- ミッション・アポイオ・トヨタ・クリスト教会 - 寺部町

### 名所・旧跡
主な城郭
- 大給城
- 小渡城
- 川口城
- 鶏足城
- 桜城
- 七州城
- 寺部城
- 武節城
- 則定城
- 松平城
- 真弓山城（足助城）
- 足助陣屋

街道
- 三州街道
  - 武節宿 - 明川宿 - 足助宿 - 九久平宿

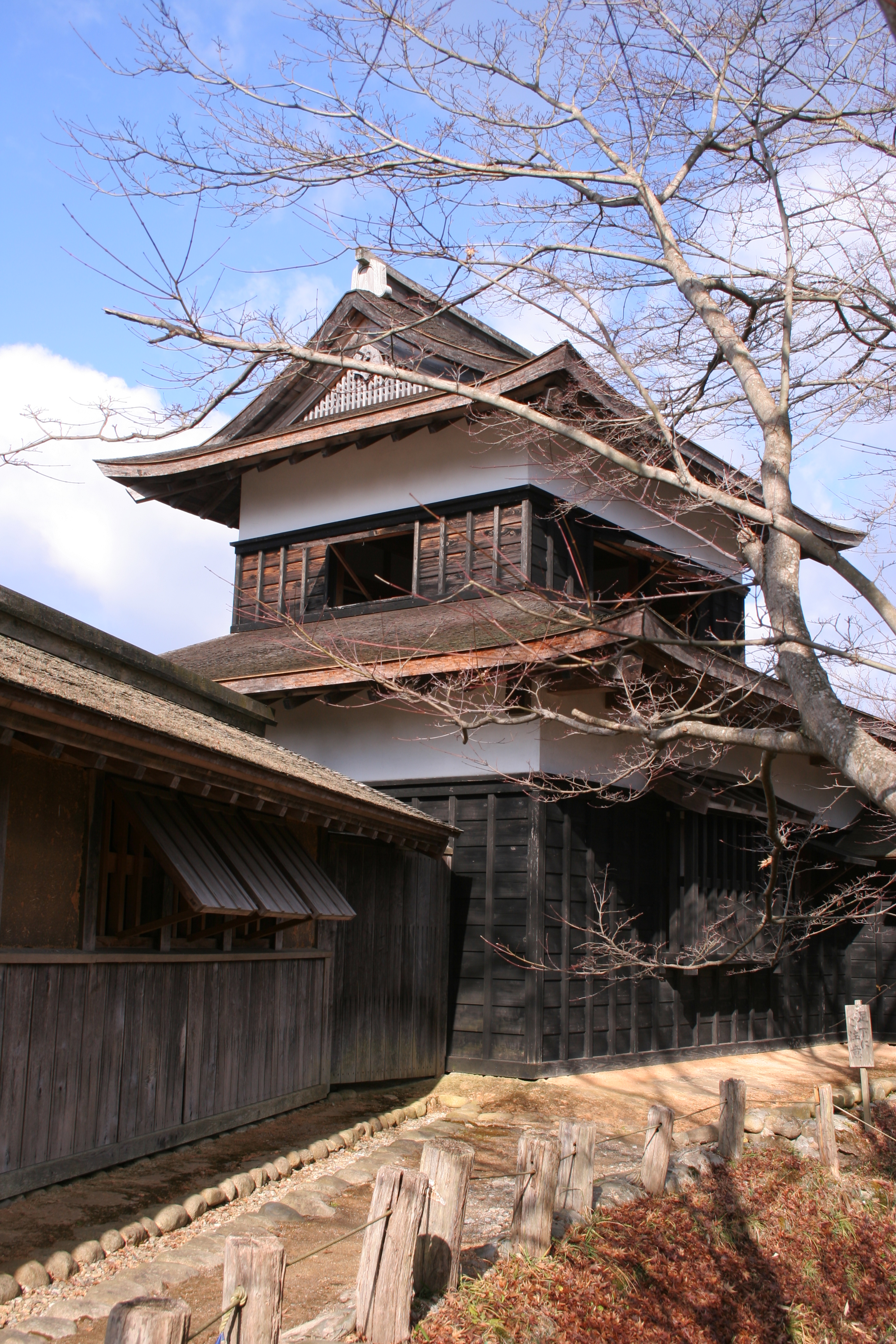
足助城
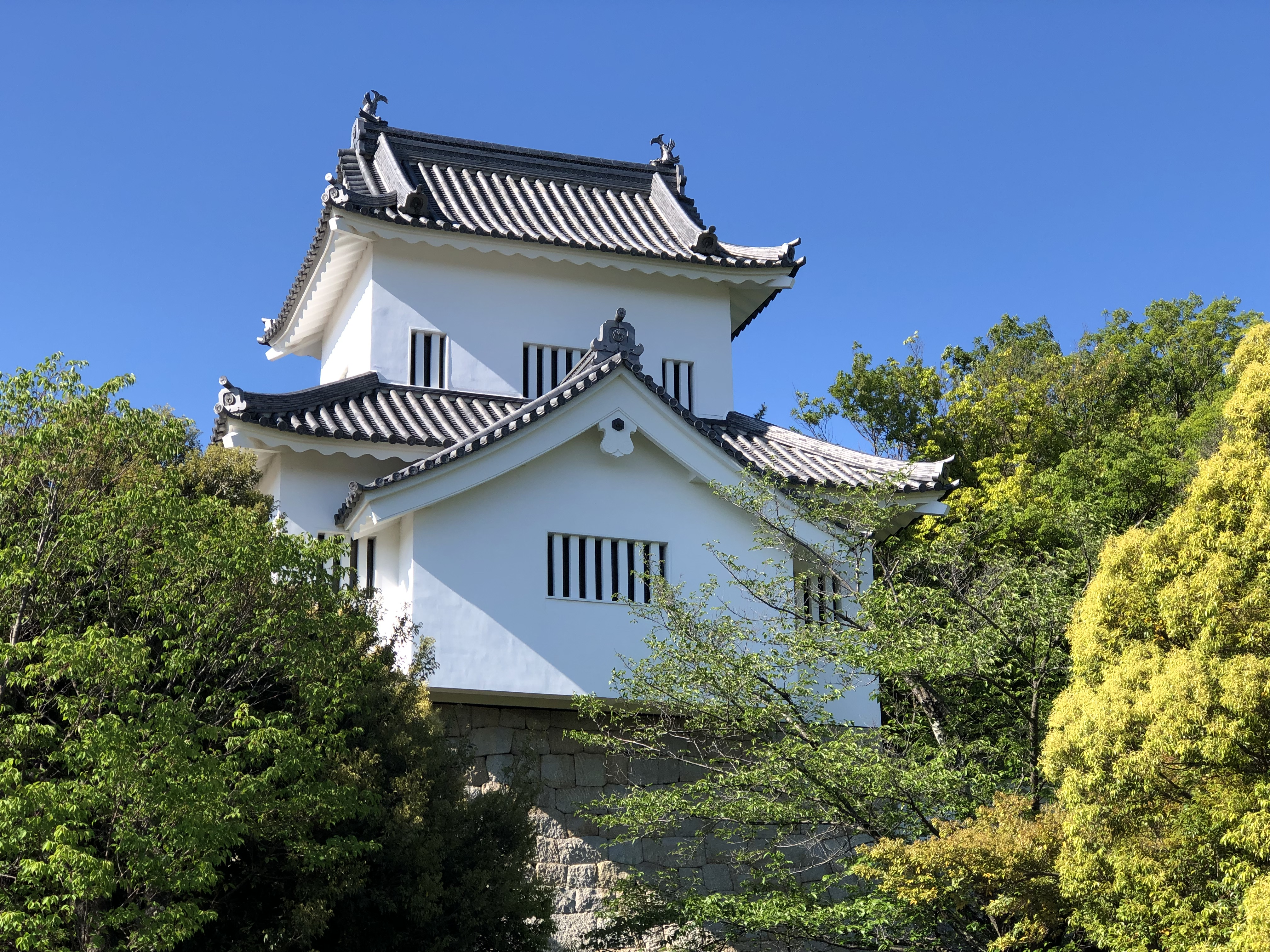
七州城（挙母城）

主な遺跡
- 馬場瀬古墳群
- 酒呑ジュリンナ遺跡
- 曽根遺跡
- 小馬寺跡

- 足助城
- 七州城（挙母城）

### 観光スポット
自然
旭地区には、樹齢1000年を超える県下最大の貞観杉がある。
稲武地区にある、天竜奥三河国定公園の保護地区に指定されている面ノ木原生林では、樹齢300年近くのブナの原生林が広がり、冬になると樹氷を見ることが出来る。
- 香嵐渓
- 川見四季桜の里
- 王滝渓谷
- 勘八峡
- 東海自然歩道
- 千古の湧き水
- 三河高原
- 三河湖
- 大井平公園
- 面ノ木園地
- 東海丘陵湧水湿地群 - ラムサール条約登録湿地
  - 矢並湿地
- タカドヤ湿地

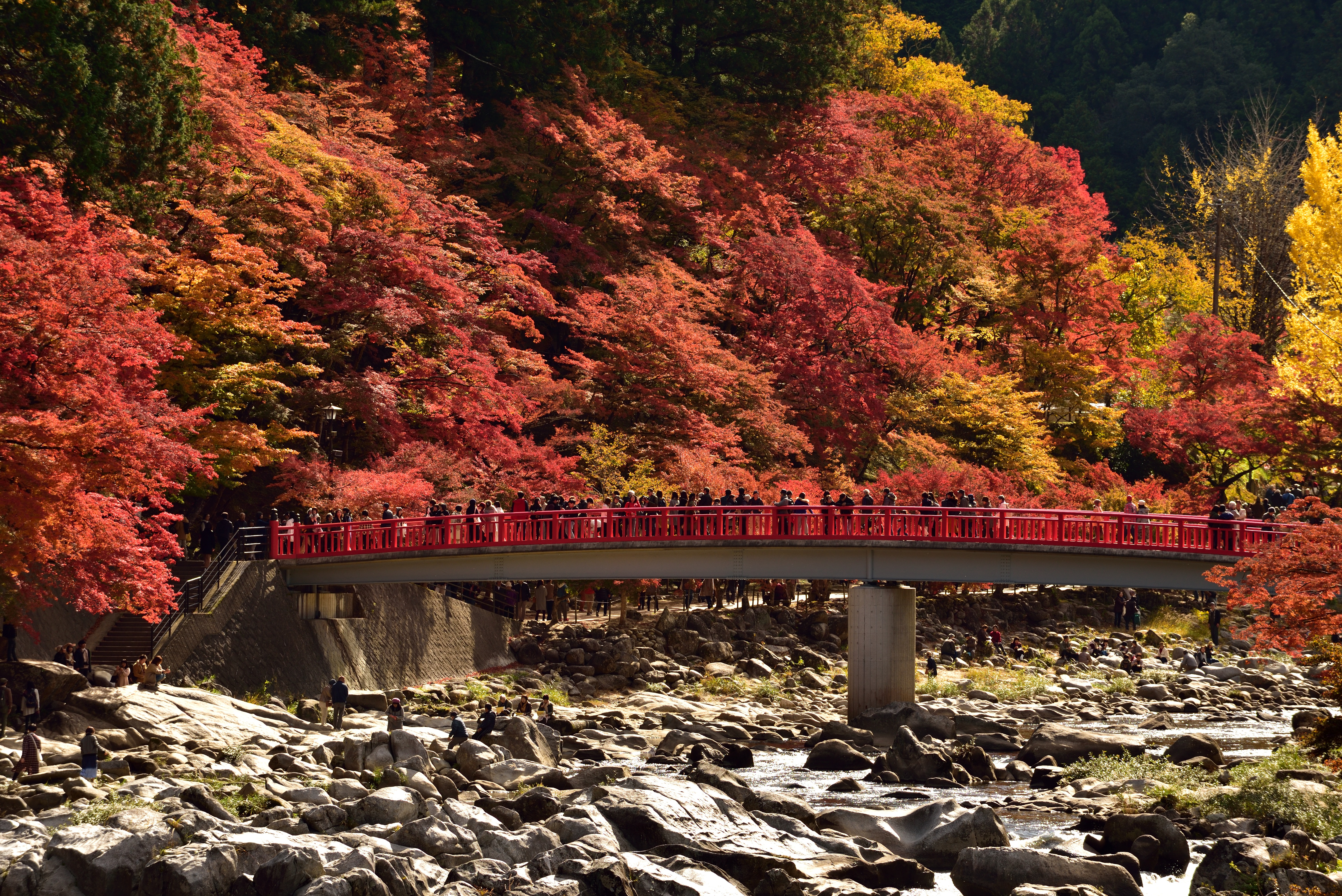
香嵐渓
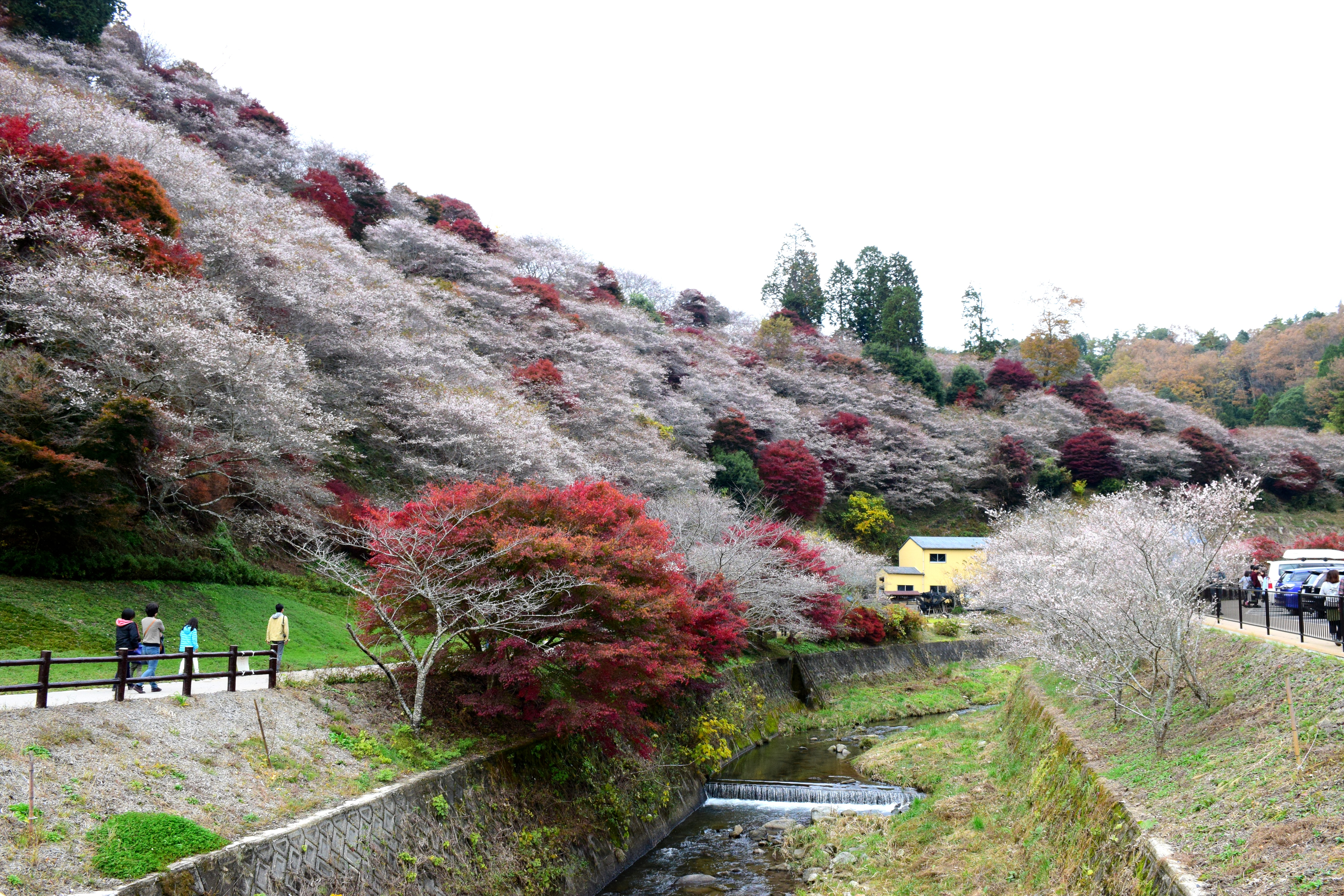
川見四季桜の里
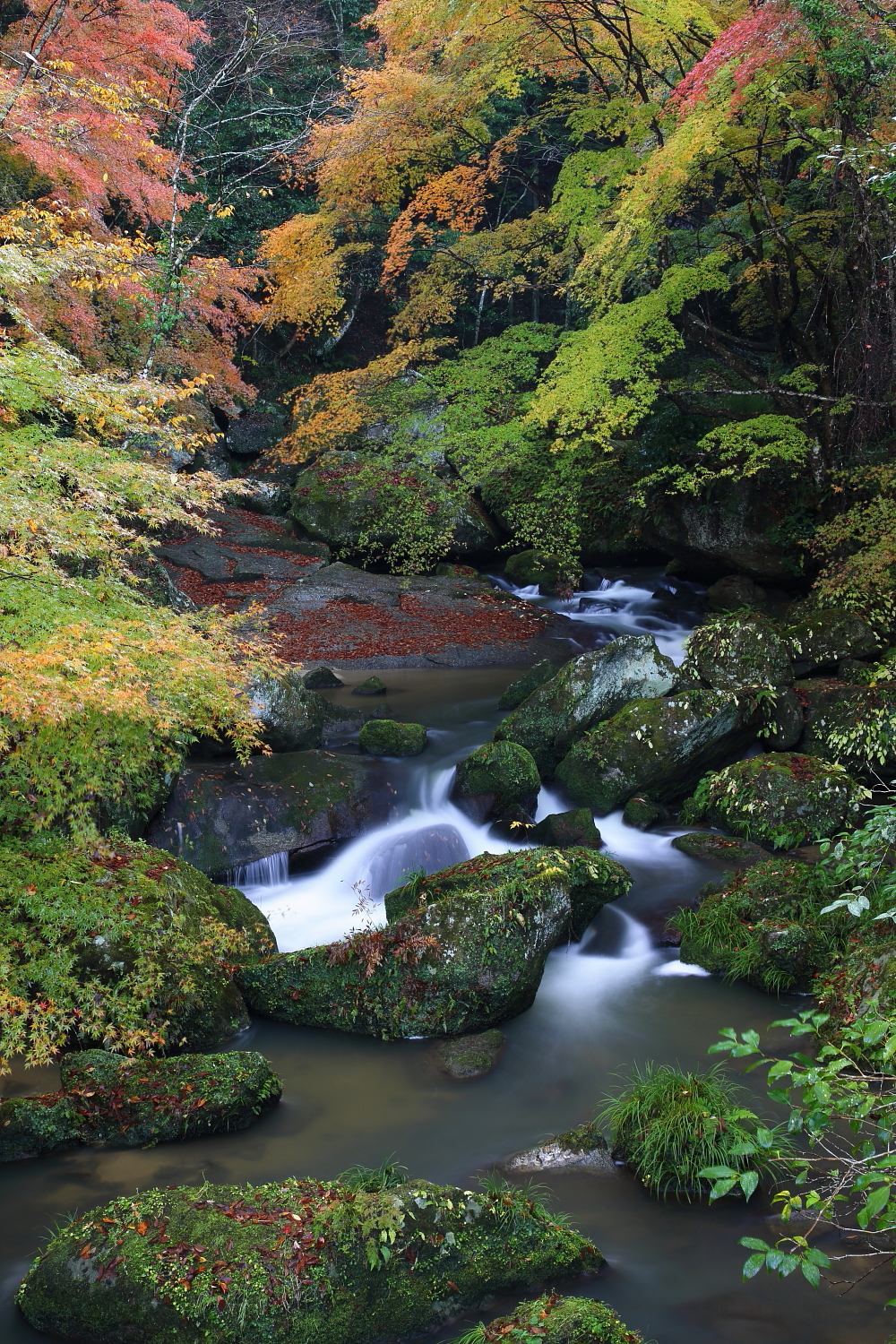
王滝渓谷 （2010年（平成22年）11月）
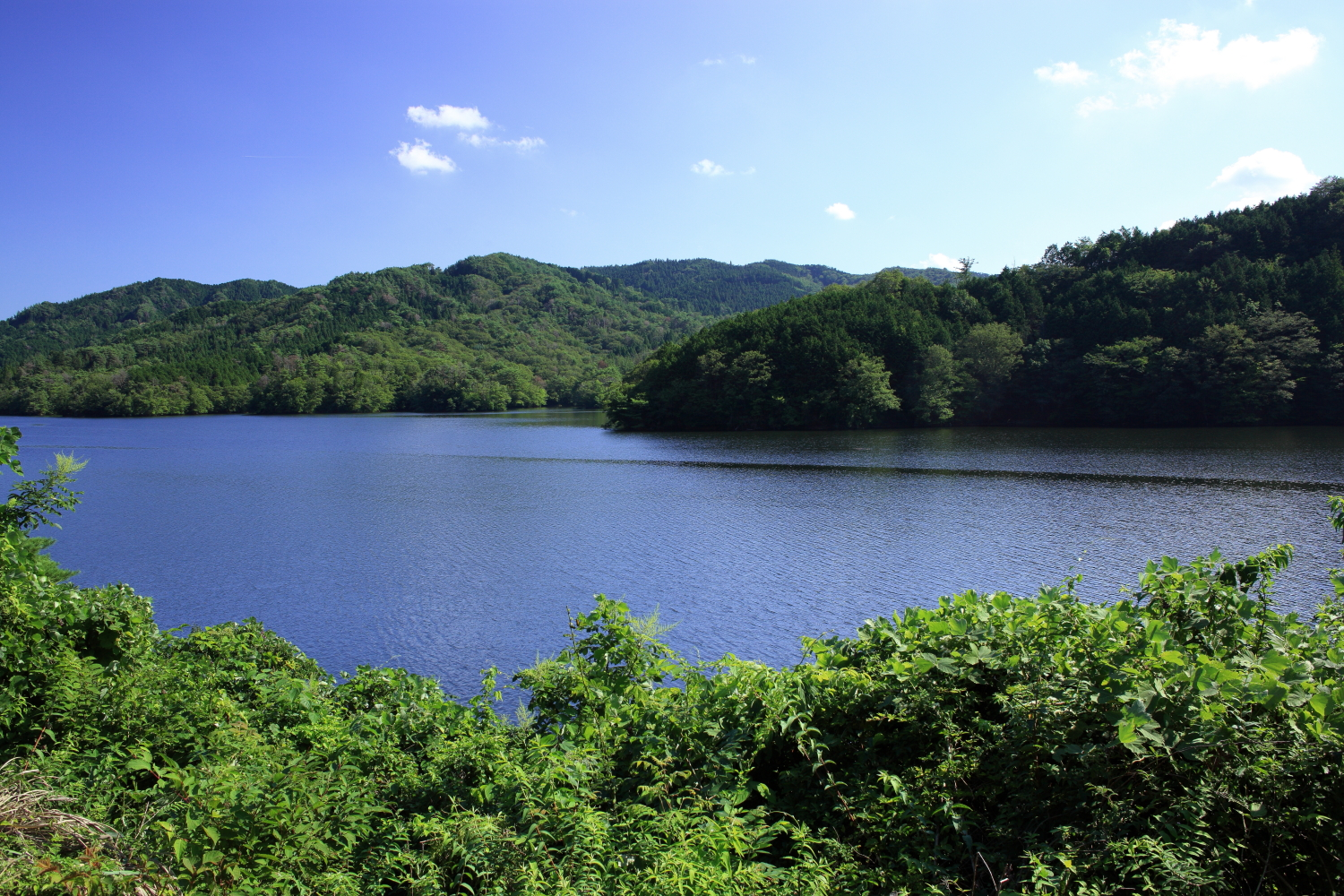
三河湖 （2017年（平成29年）8月）
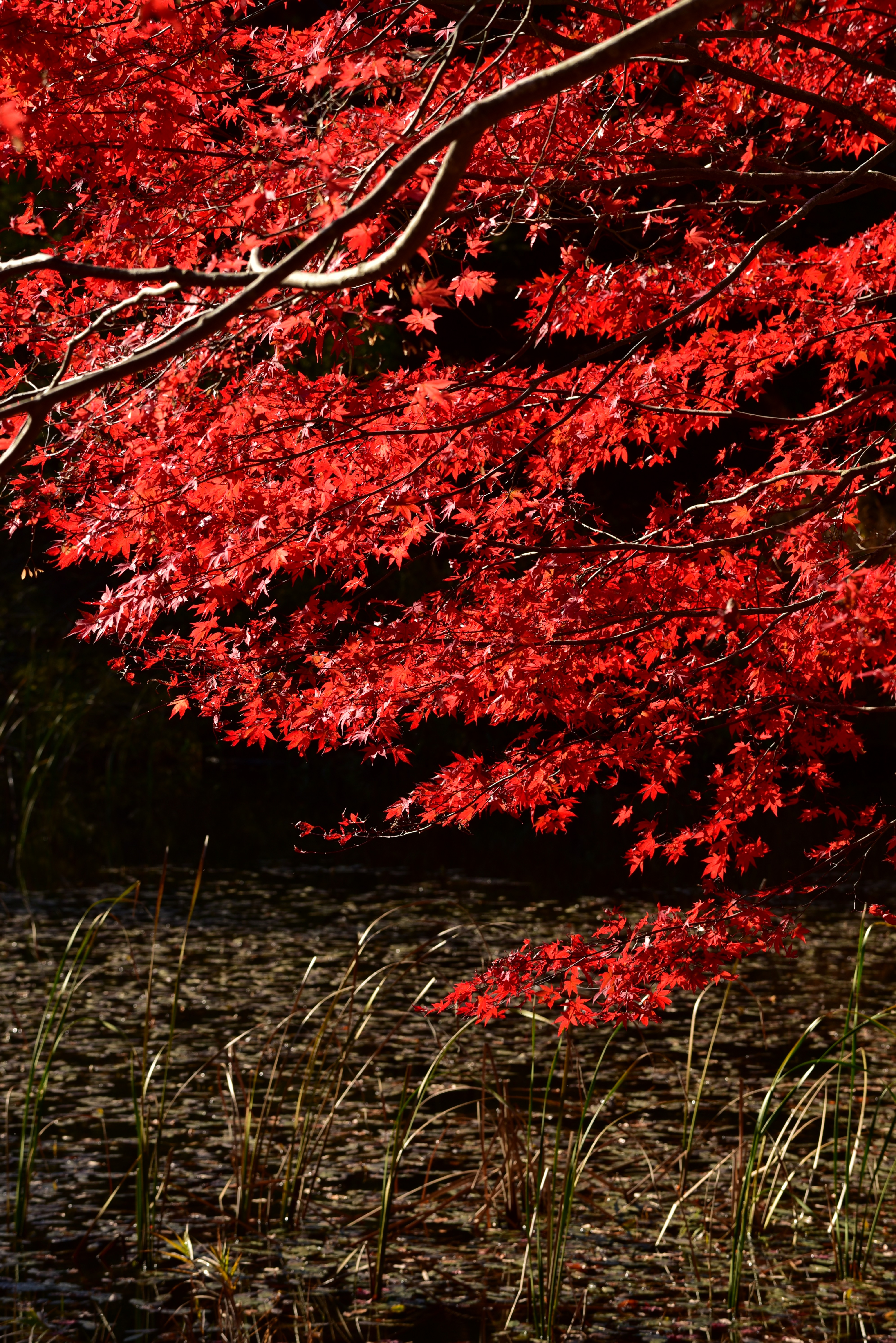
タカドヤ湿地の紅葉

主な滝
- 豊田地区
  - 猿投七滝 - 広沢大滝、二ツ釜滝、白霧滝、千鳥滝、白菊滝、乙女滝、血洗いの滝
  - 二畳ヶ滝 - 落差30メートルを誇る
- 藤岡地区
  - 不動の滝
- 下山地区
  - 保殿の七滝
- 稲武地区
  - 押川大滝

主な季節の花
- 豊田地区
  - 桜 - 鞍ヶ池公園(約1,500本）、水源公園(約1,000本）
  - 桃 - 猿投山山麓一帯
  - ササユリ - ささゆりの里
  - シラタマホシクサ他、湿原植物 - 矢並湿地
- 藤岡地区
  - 桜 - 金剛寺（樹齢200年）
  - ふじの回廊（372mの散策道に4種類の藤がある）
- 小原地区
  - 四季桜（地区内には約10,000本の桜が植っており、春は3月中旬から4月上旬、秋は10月下旬から12月下旬の年2回花を咲かせる[39]。前洞の樹は、樹齢100年以上で、愛知県の天然記念物に指定されており、秋には桜と紅葉を一度に楽しむことが出来る。）
- 足助地区
  - カタクリ - 香嵐渓一帯
  - もみじ - 香嵐渓一帯
- 稲武地区
  - 桜 - 瑞龍寺（樹齢360年、愛知県指定天然記念物）、大安寺（樹齢250年）
  - 水芭蕉 - 夏焼城ヶ山
  - オオキツネノカミソリ - 夏焼城ヶ山

### 温泉
- 豊田地区
  - 猿投温泉
  - 割目池温泉（ほっとかん）
  - 竜泉寺の湯 豊田浄水店
  - おいでんの湯
- 足助地区
  - 白鷺温泉
  - 岩神之湯（閉店）
- 旭地区
  - 小渡温泉
  - 笹戸温泉
  - 榊野温泉
- 稲武地区
  - 稲武温泉（どんぐりの湯）
  - 夏焼温泉

### 美術館・資料館
- 豊田市美術館 - 小坂本町
- 豊田市博物館 - 小坂本町
- 棒の手会館 - 猿投町
- 豊田市郷土資料館 - 陣中町
- 豊田市近代の産業とくらし発見館 - 喜多町
- 豊田市民芸館 - 平戸橋町
- 藤岡民俗資料館 - 藤岡飯野町
- 香恋の館 - 羽布町
- 豊田市小原郷土館（閉館）
- 豊田市足助資料館 - 足助町
- 豊田市足助資料館大河原分館 - 大河原町
- 豊田市稲武郷土資料館 - 黒田町
- 豊田市旭郷土資料館 - 浅谷町
- 足助中馬館 - 足助町
- 三州足助屋敷 - 足助町
- 古橋懐古館 - 稲武町
- 松平郷館 - 松平町
- トヨタ会館 - トヨタ町
- トヨタ鞍ヶ池記念館 - 池田町
- 豊田市和紙のふるさと
- 豊田市歌舞伎伝承館

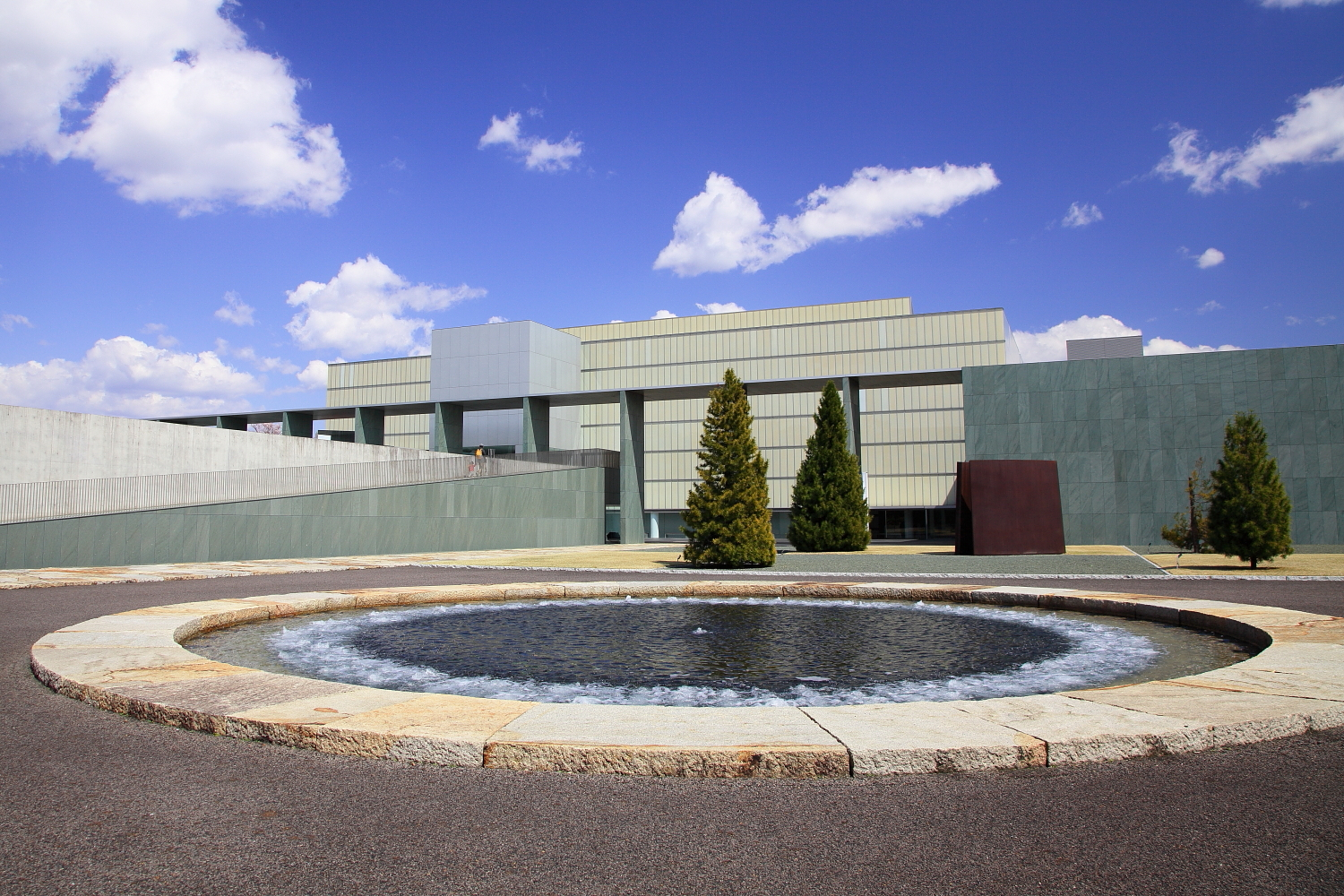
豊田市美術館 （2012年（平成24年）4月）
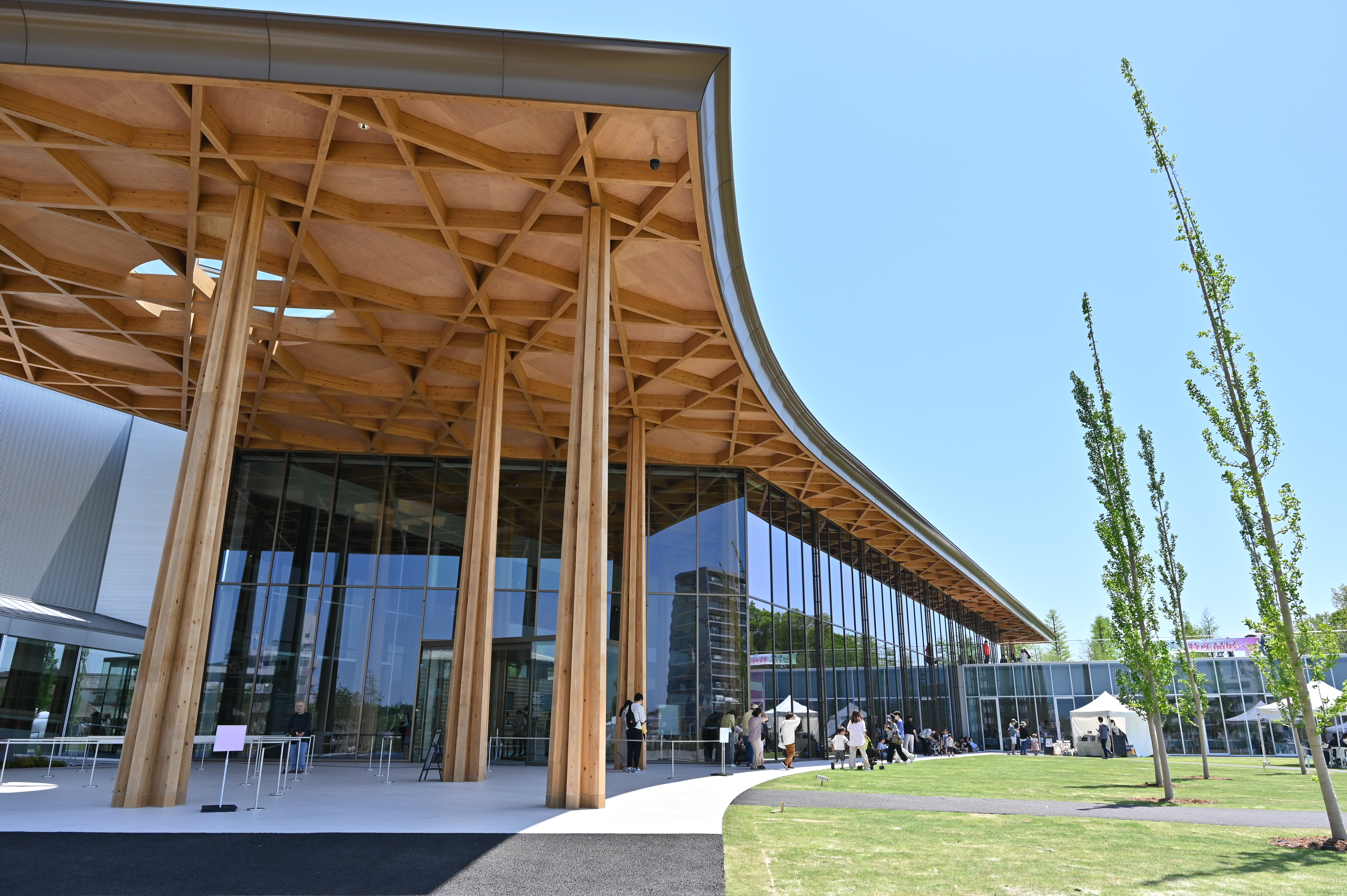
豊田市博物館
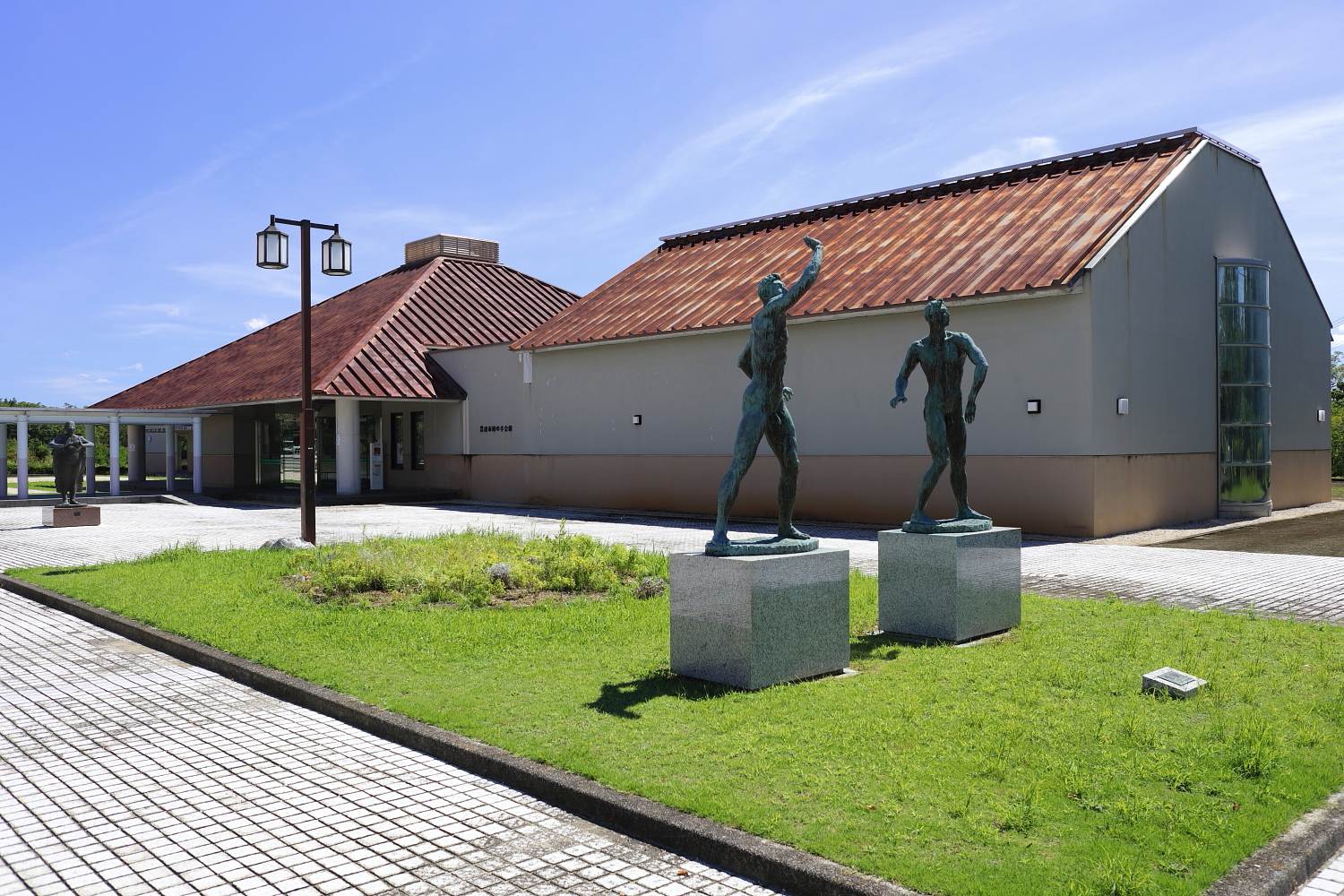
棒の手会館 （2019年（令和元年）9月）
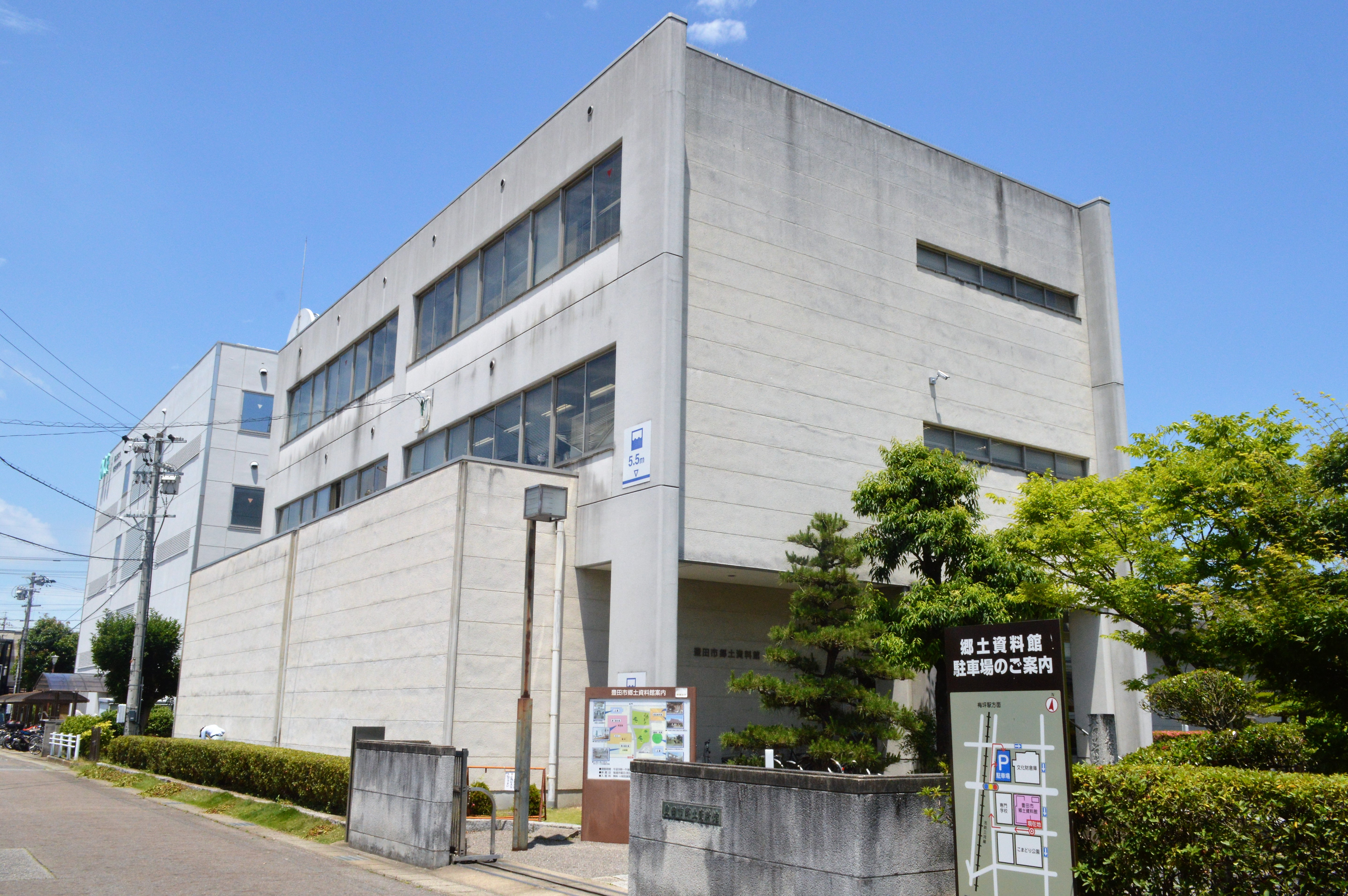
豊田市郷土資料館本館 （2017年（平成29年）6月）
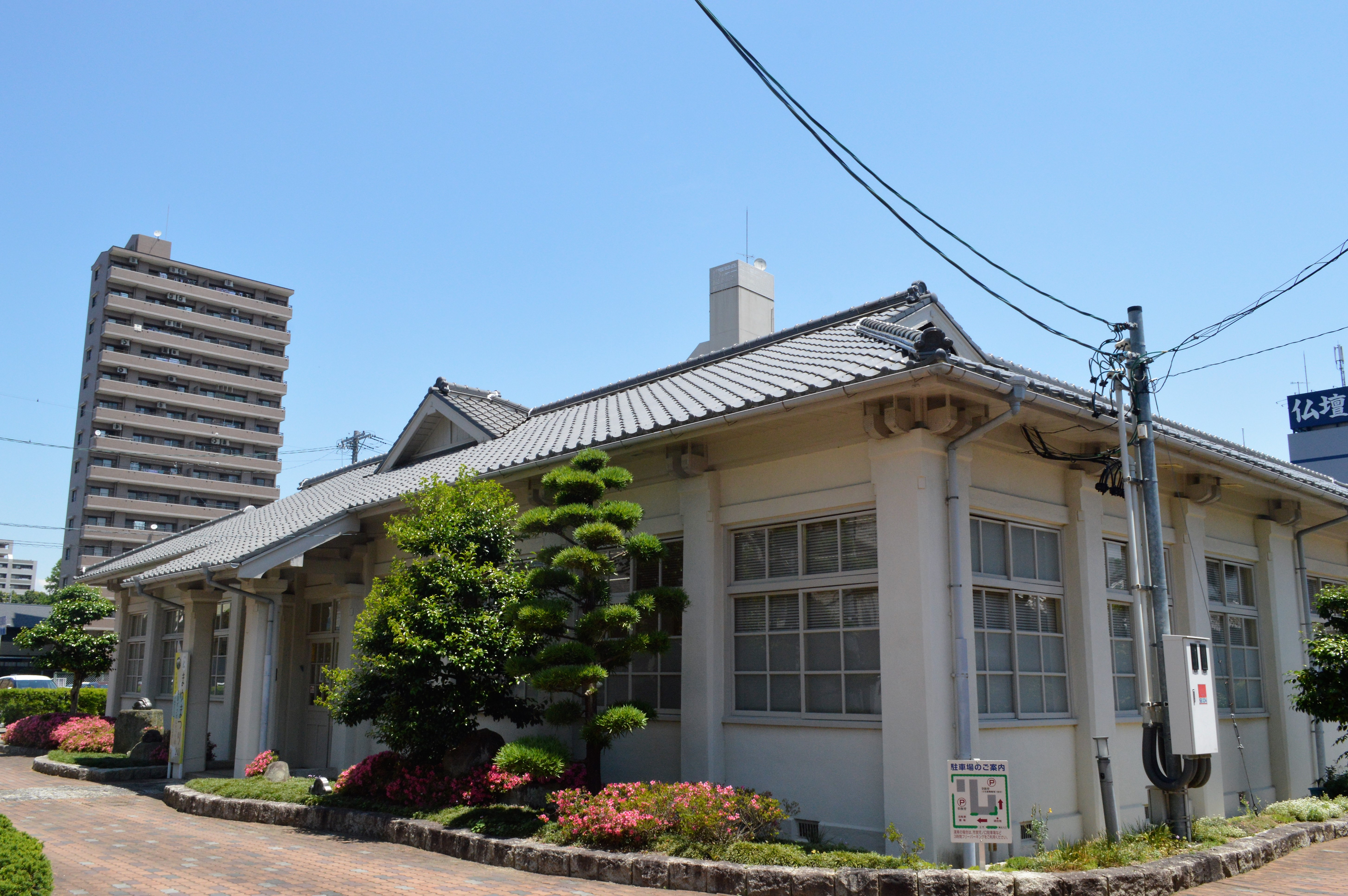
豊田市近代の産業とくらし発見館 （2017年（平成29年）6月）
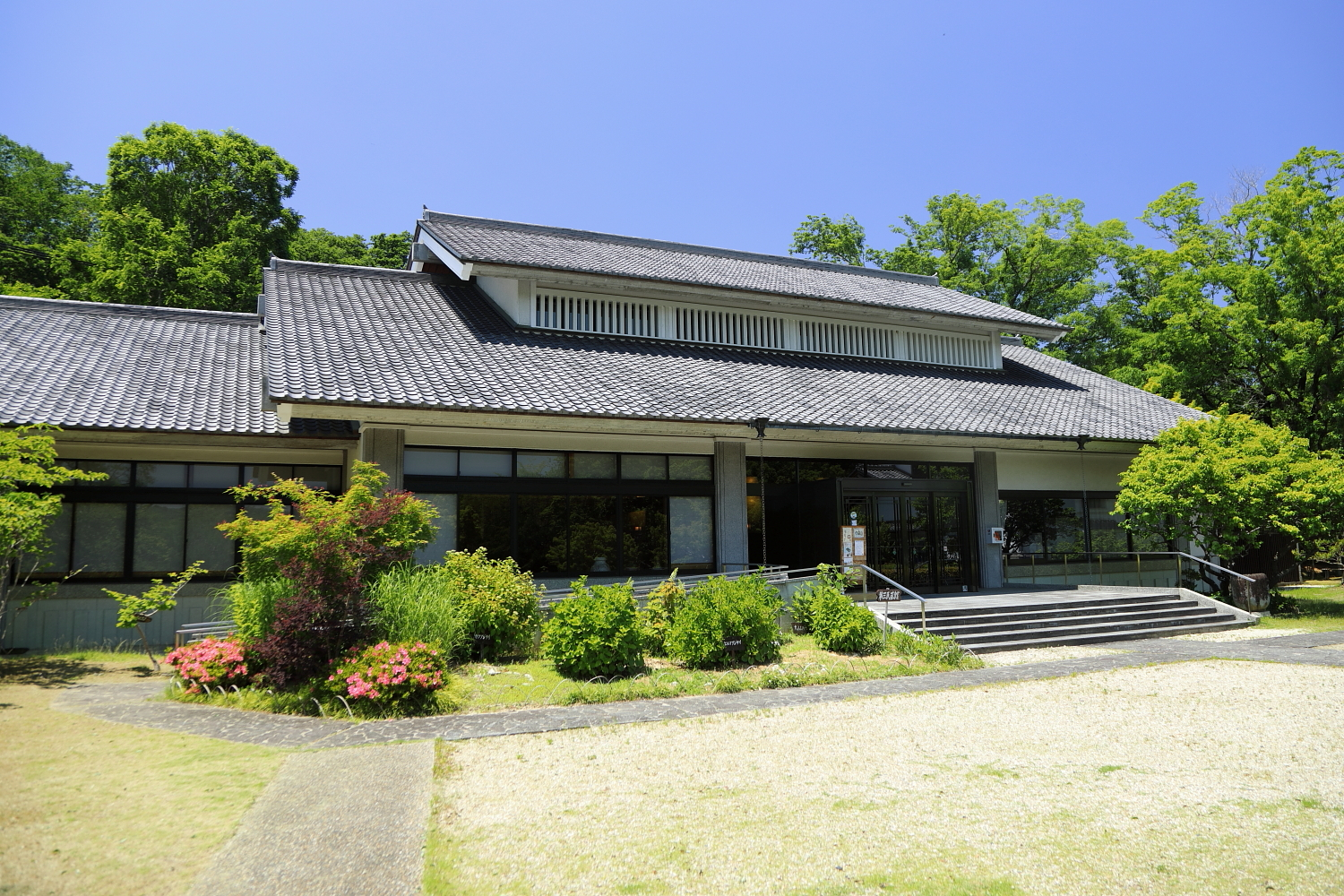
豊田市民芸館　第3民芸館 （2019年（令和元年）5月）
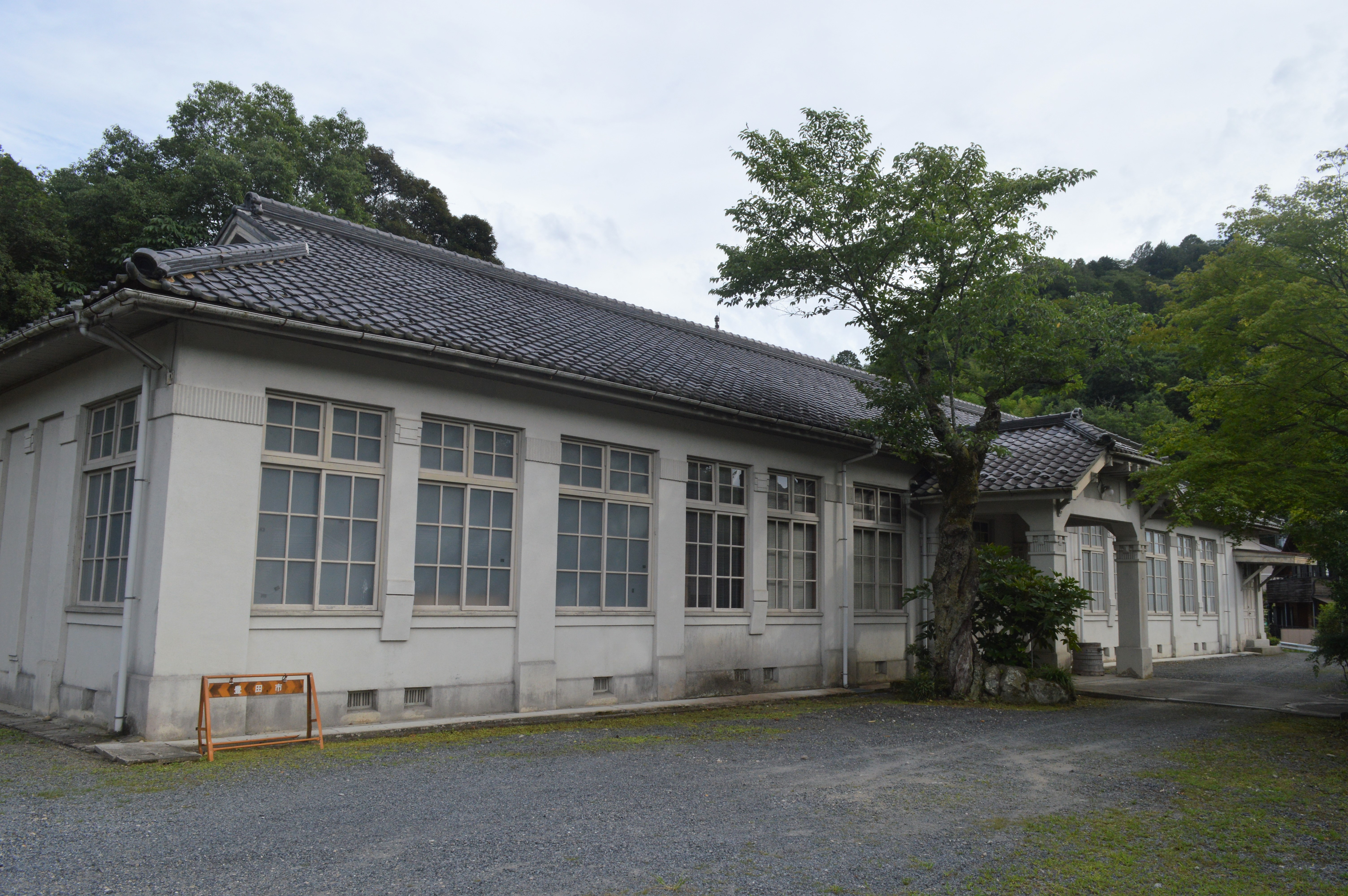
豊田市足助資料館 （2018年（平成30年）6月）
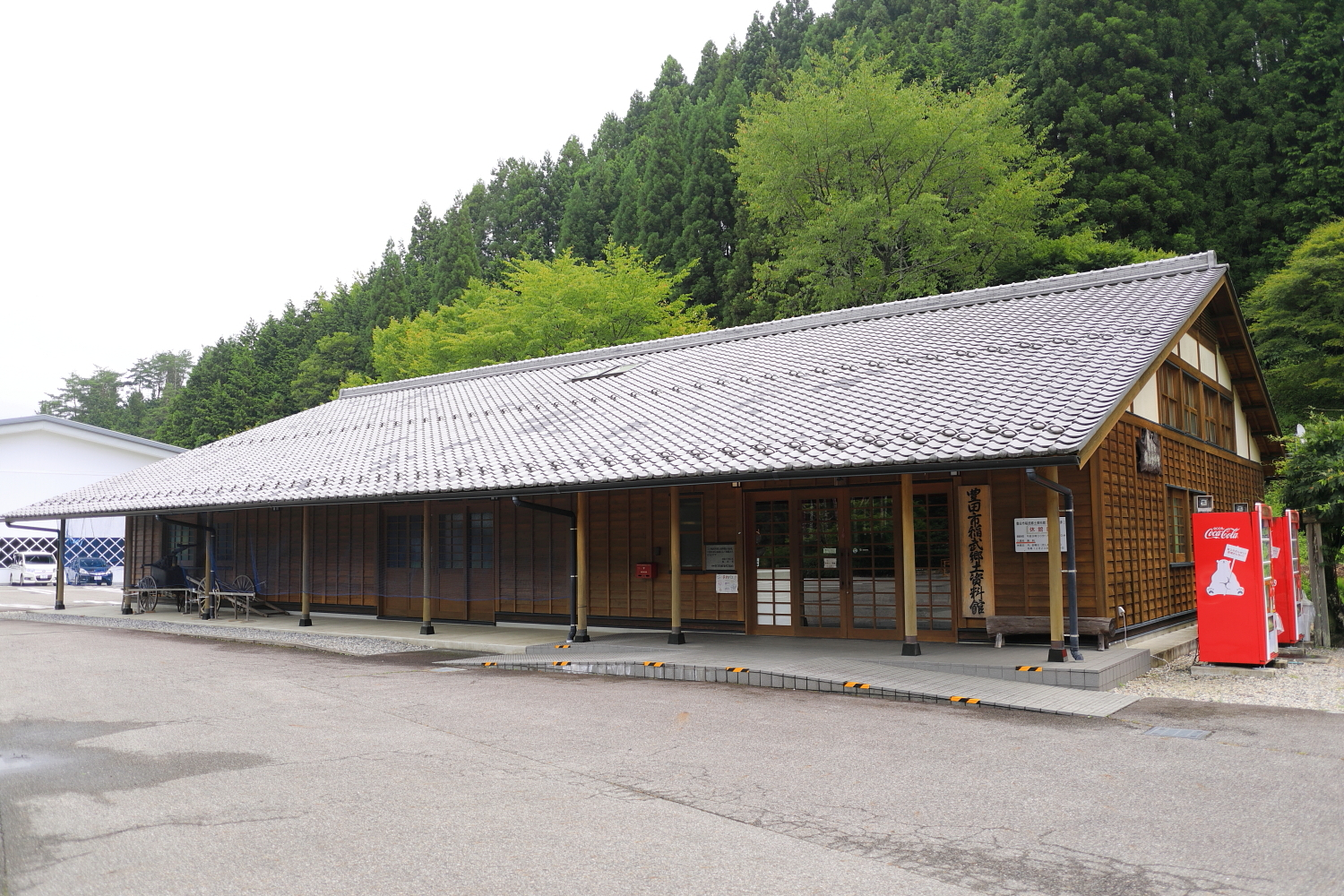
豊田市稲武郷土資料館 （2019年（令和元年）8月）
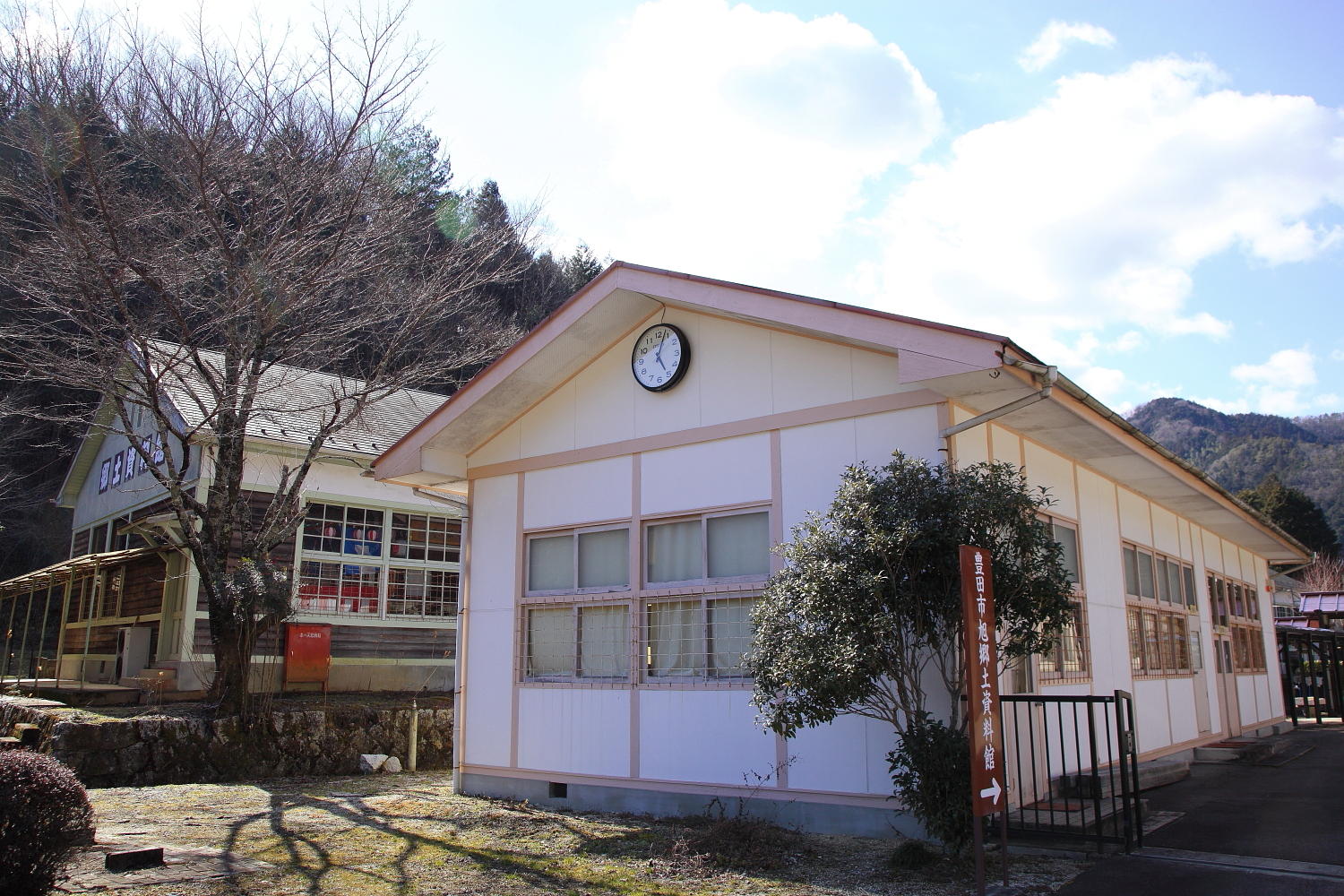
豊田市旭郷土資料館 （2012年（平成24年）2月）
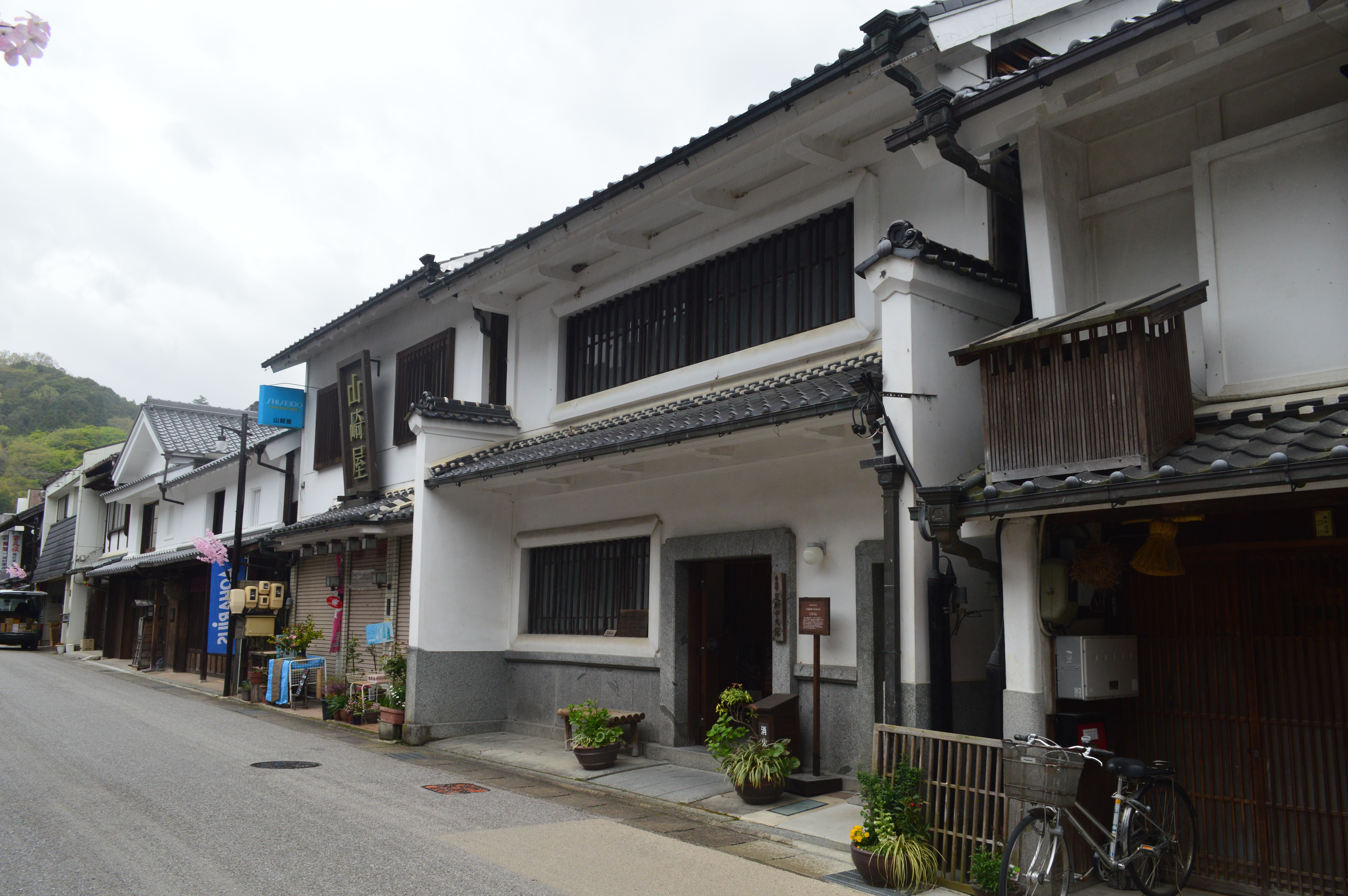
足助中馬館 （2018年（平成30年）7月）
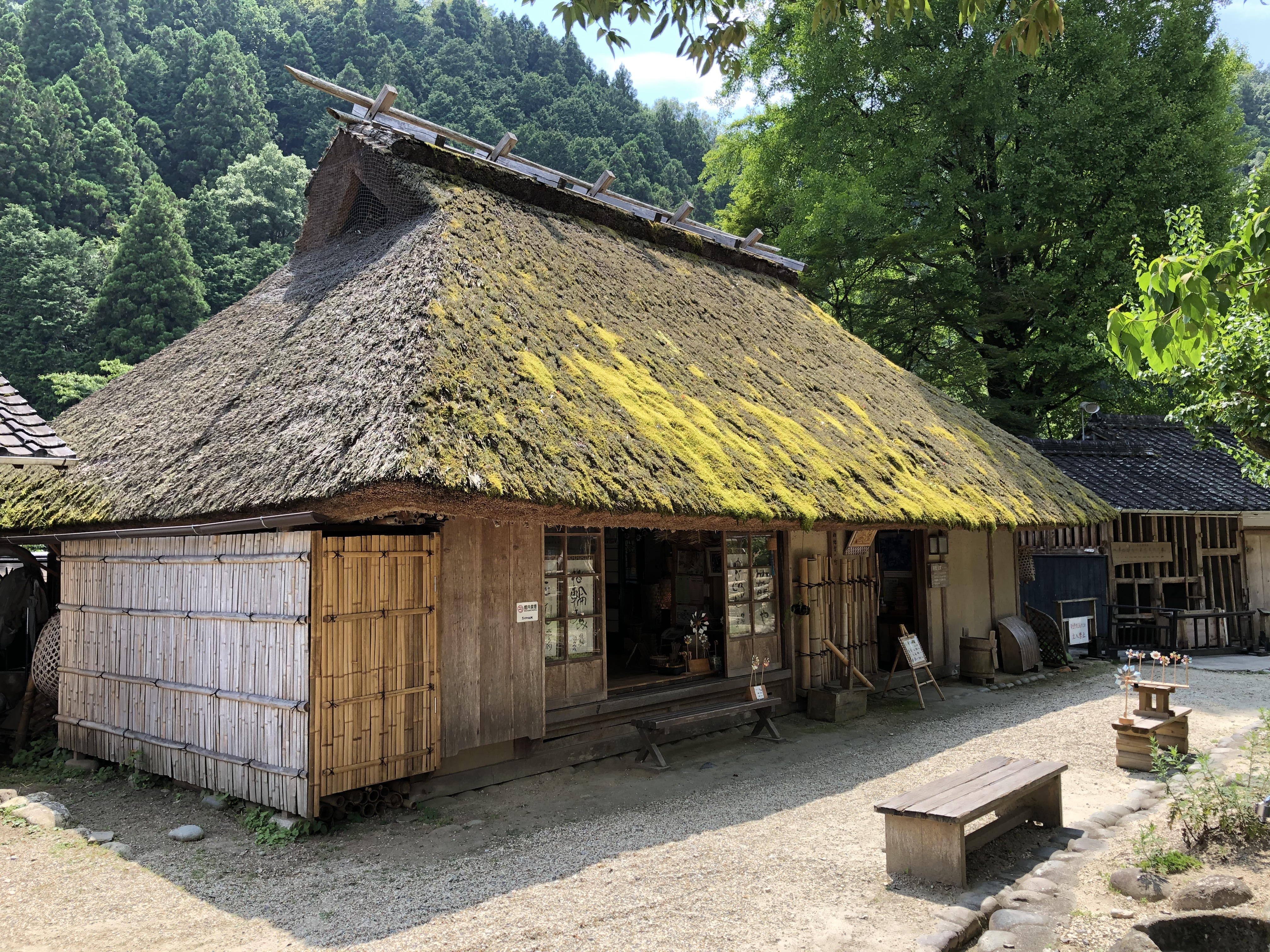
三州足助屋敷 （2021年（令和3年）7月）
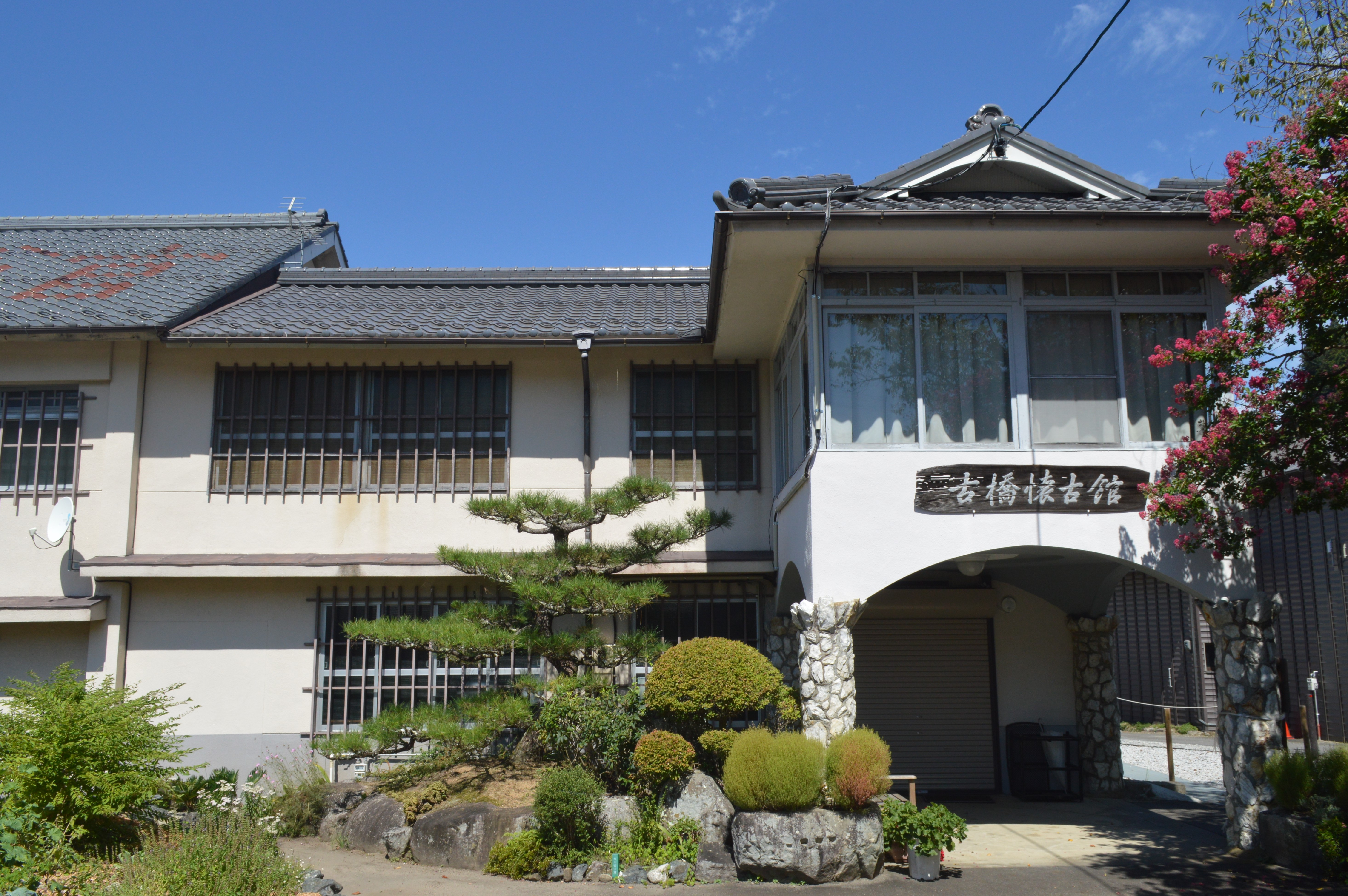
古橋懐古館 （2019年（令和元年）9月）
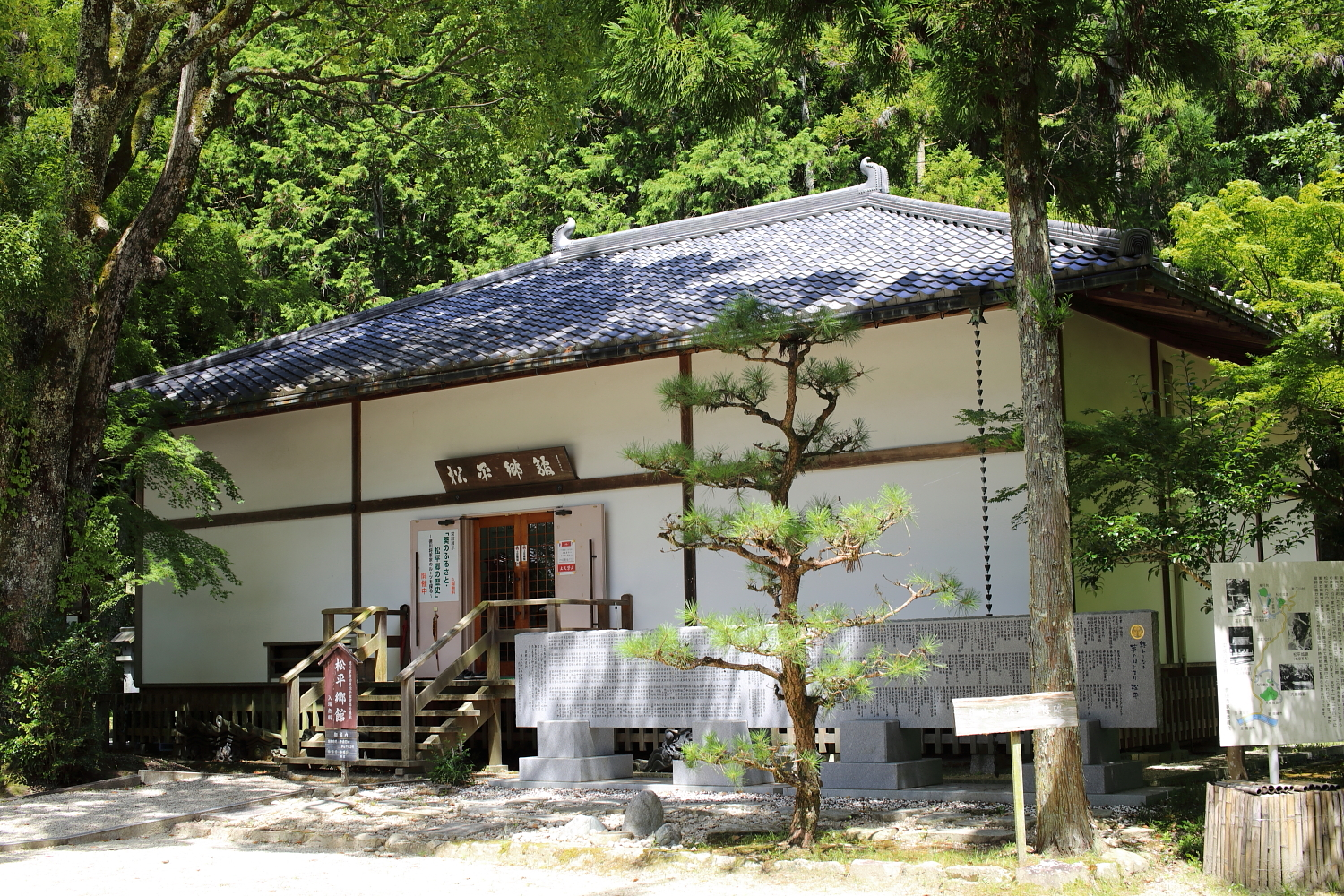
松平郷館 （2019年（令和元年）8月）
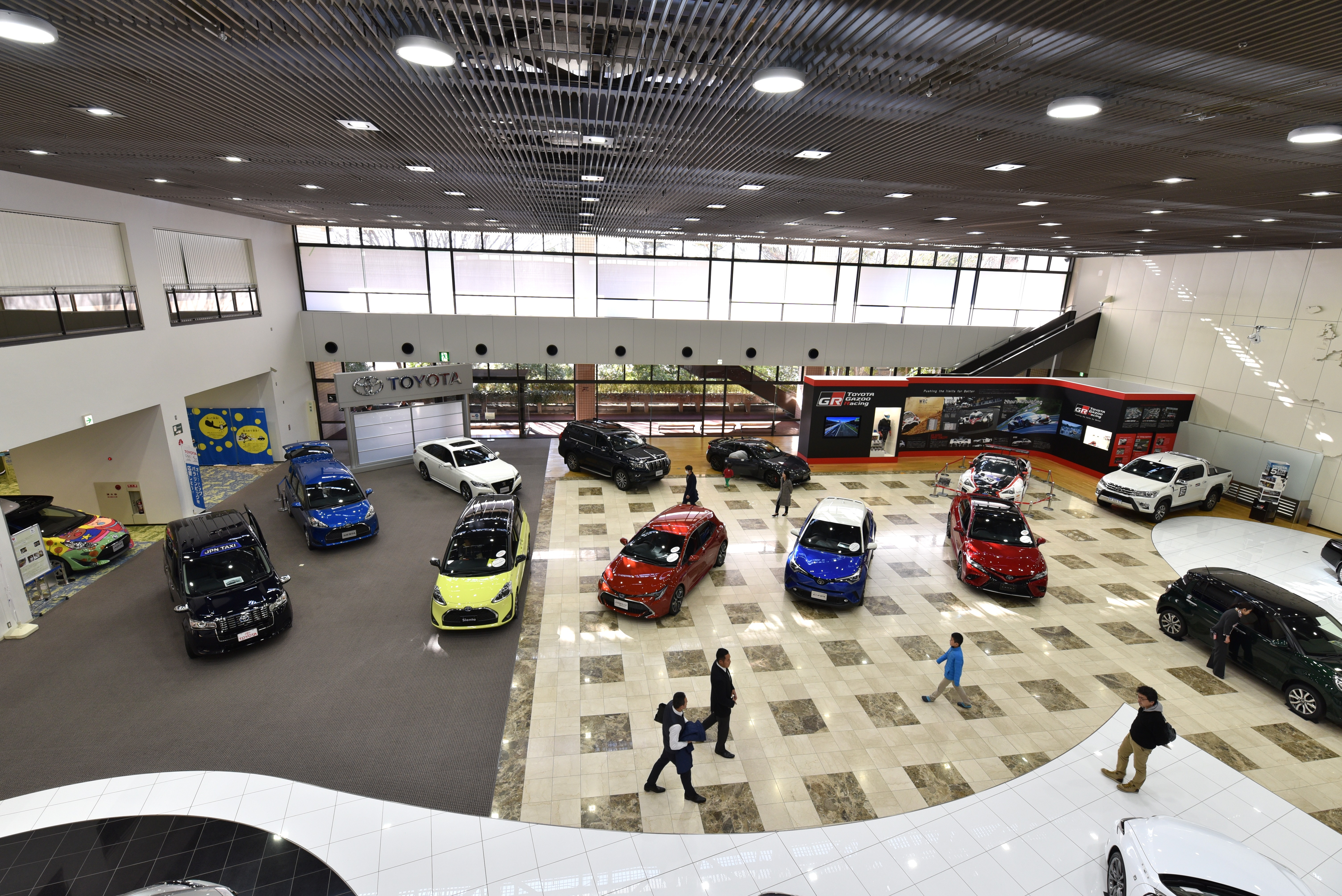
トヨタ会館ショールーム （2019年（平成31年）1月）
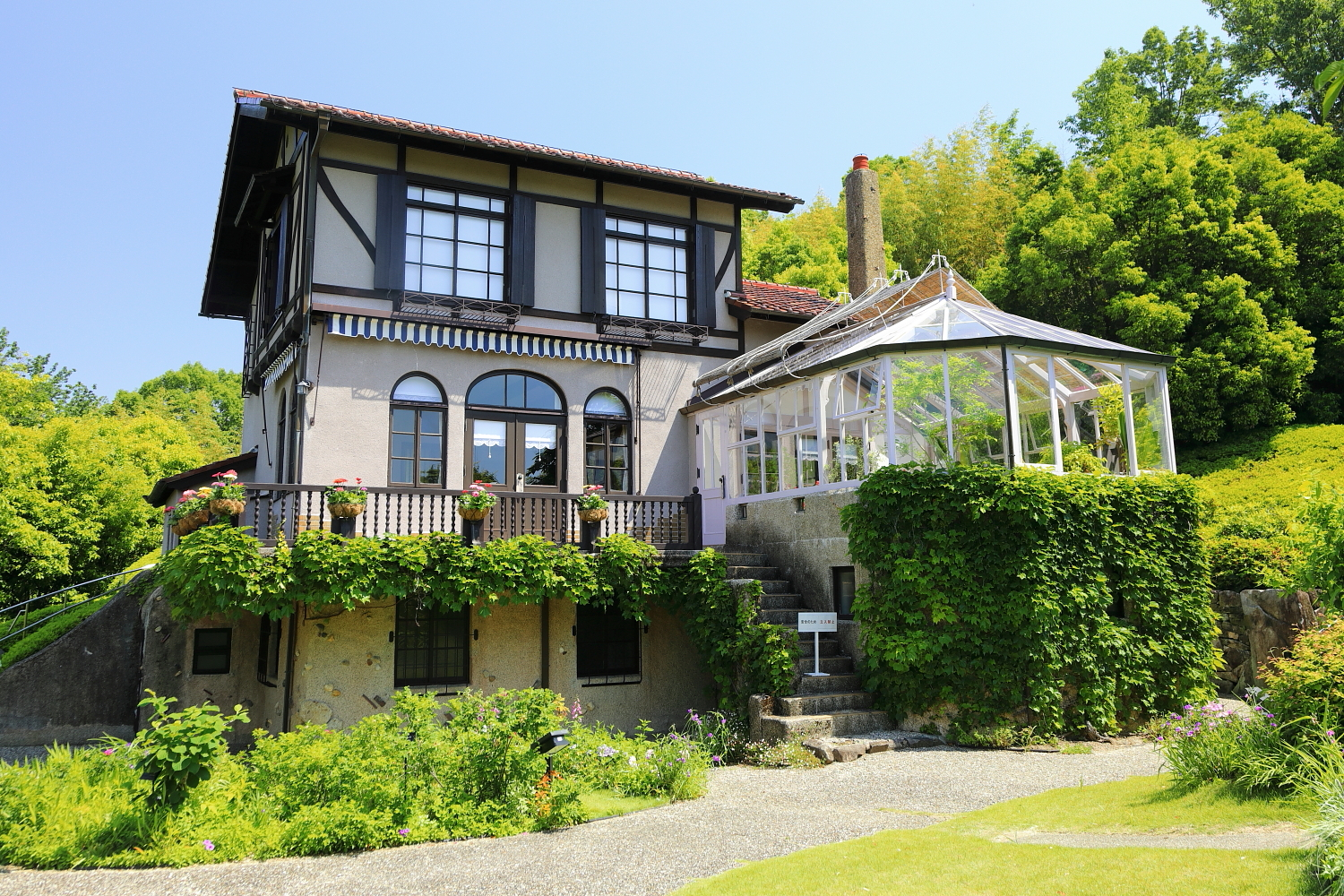
トヨタ鞍ヶ池記念館敷地にある旧豊田喜一郎邸 （2019年（令和元年）5月）

### 都市公園
2018年3月現在、都市公園は184か所あり、市民1人あたりの面積は10.96平方メートルである。

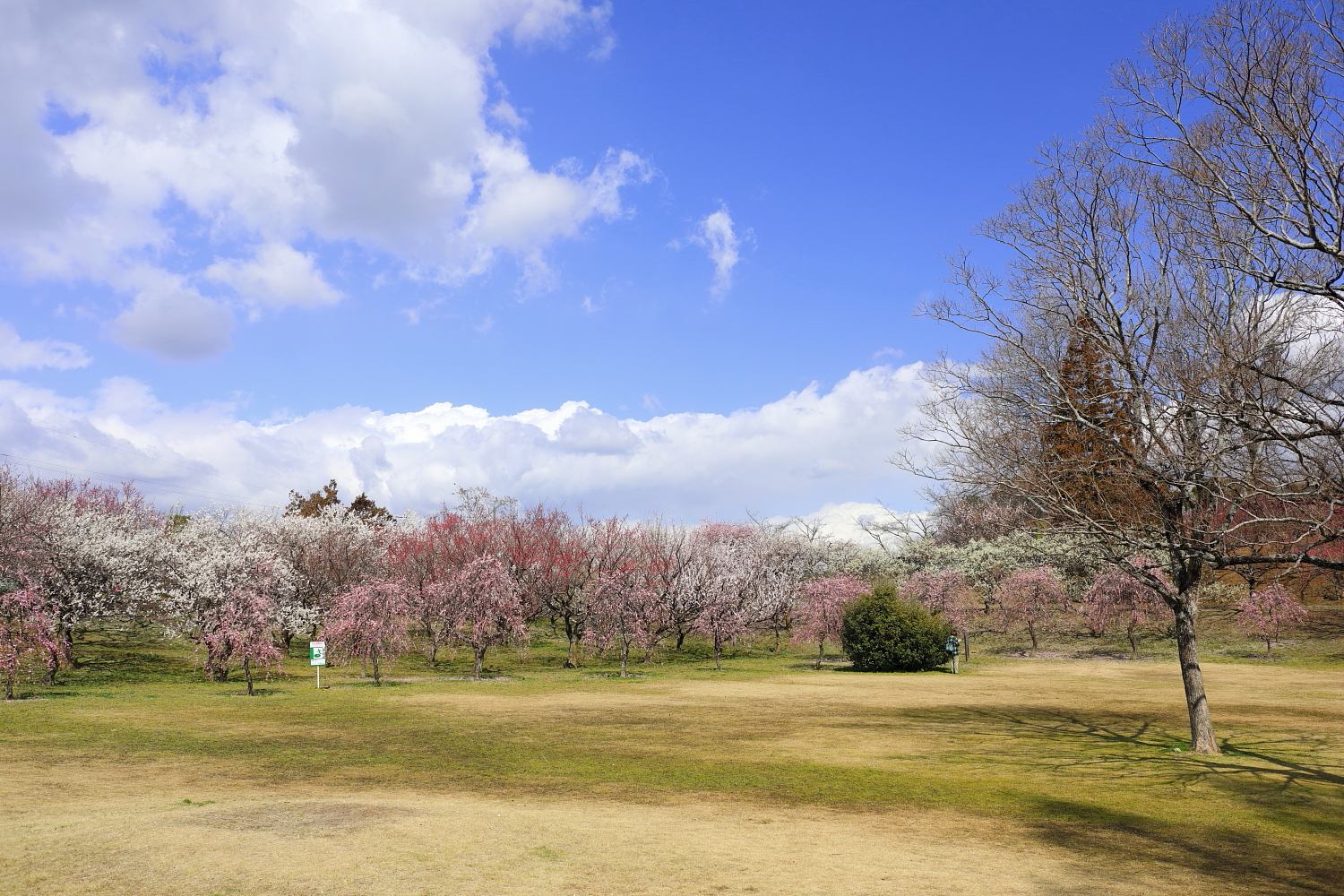
平芝公園 （2019年（平成31年）3月）
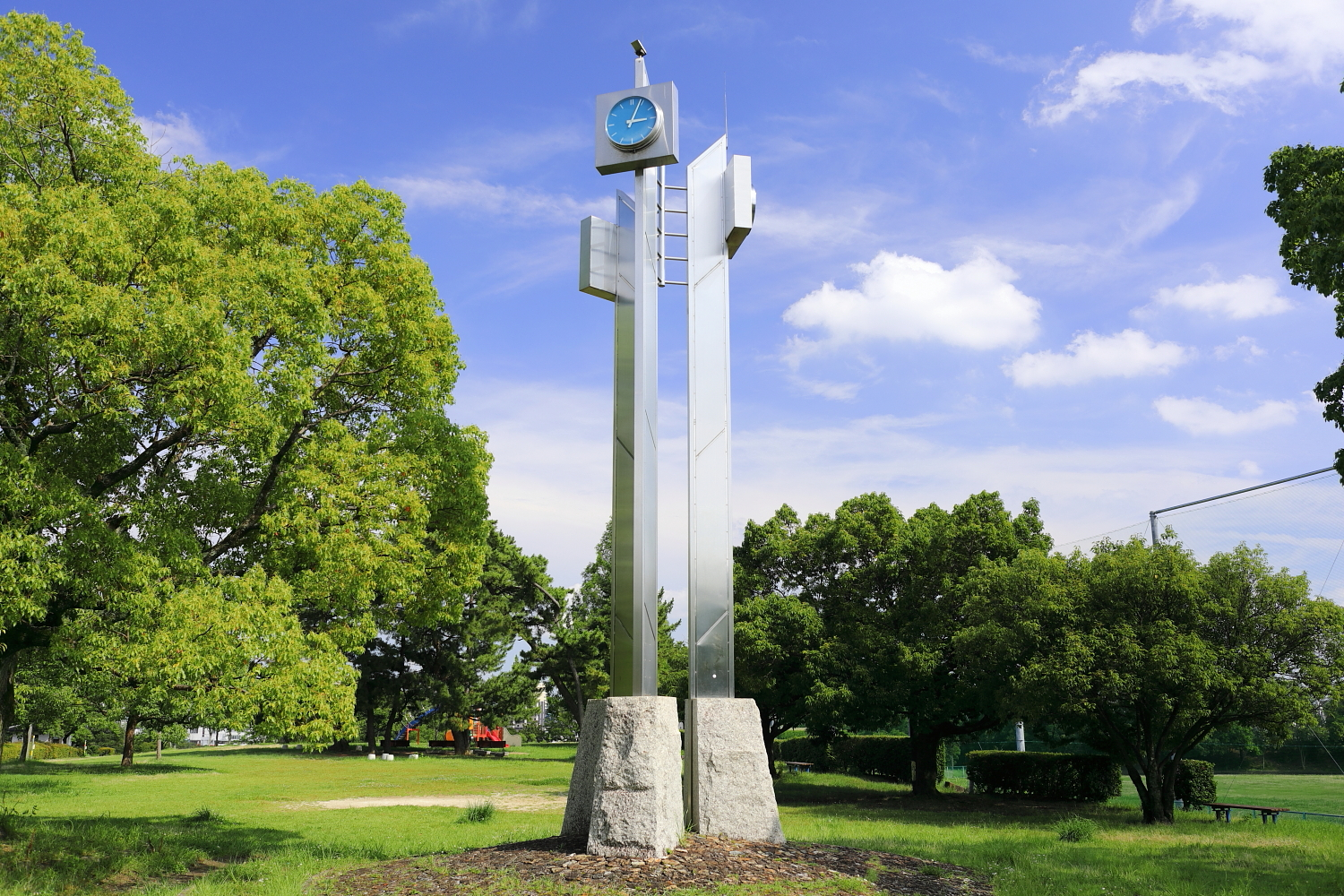
土橋公園 （2019年（令和元年）7月）
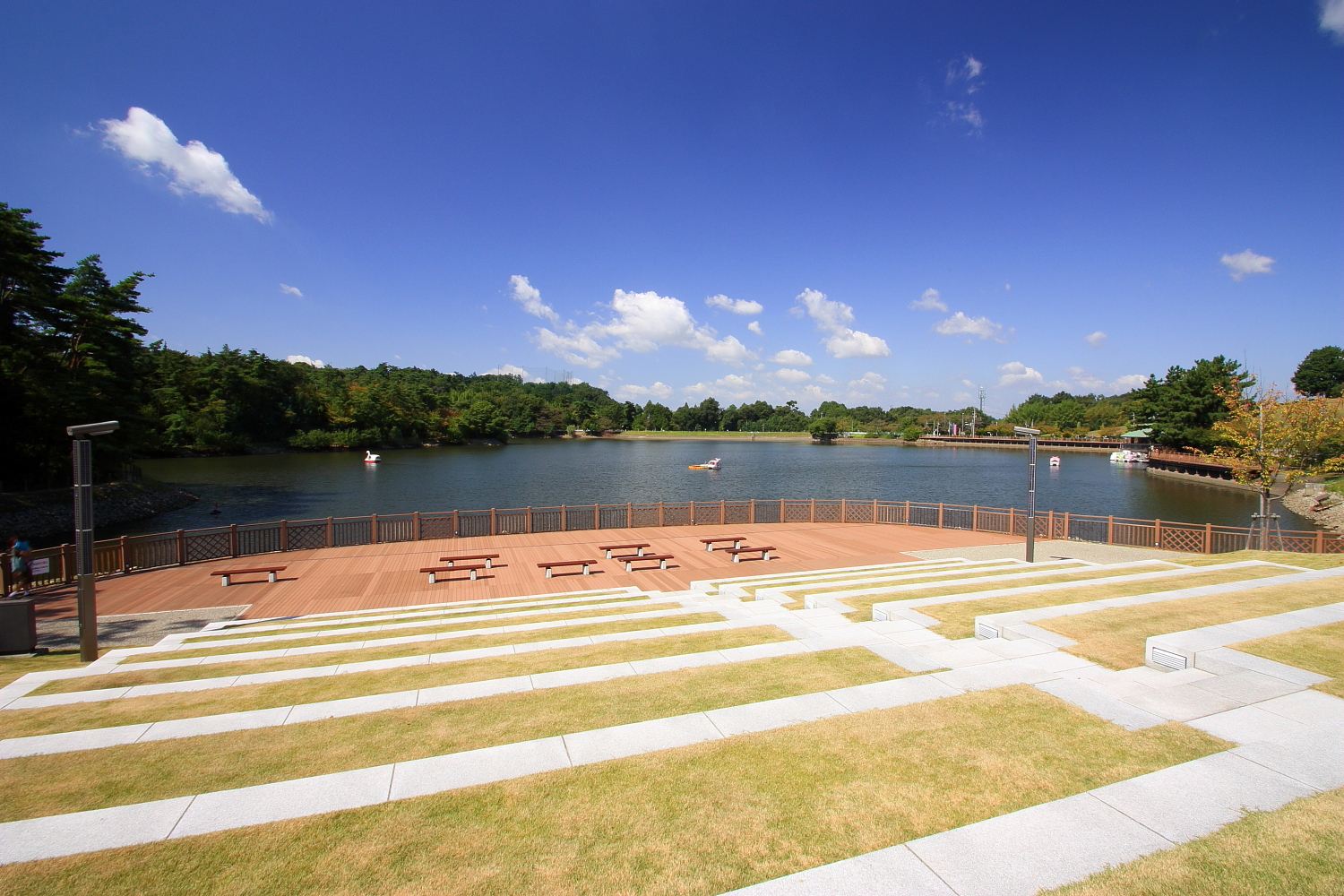
鞍ヶ池公園　鞍ヶ池水辺テラス （2009年（平成21年）9月）
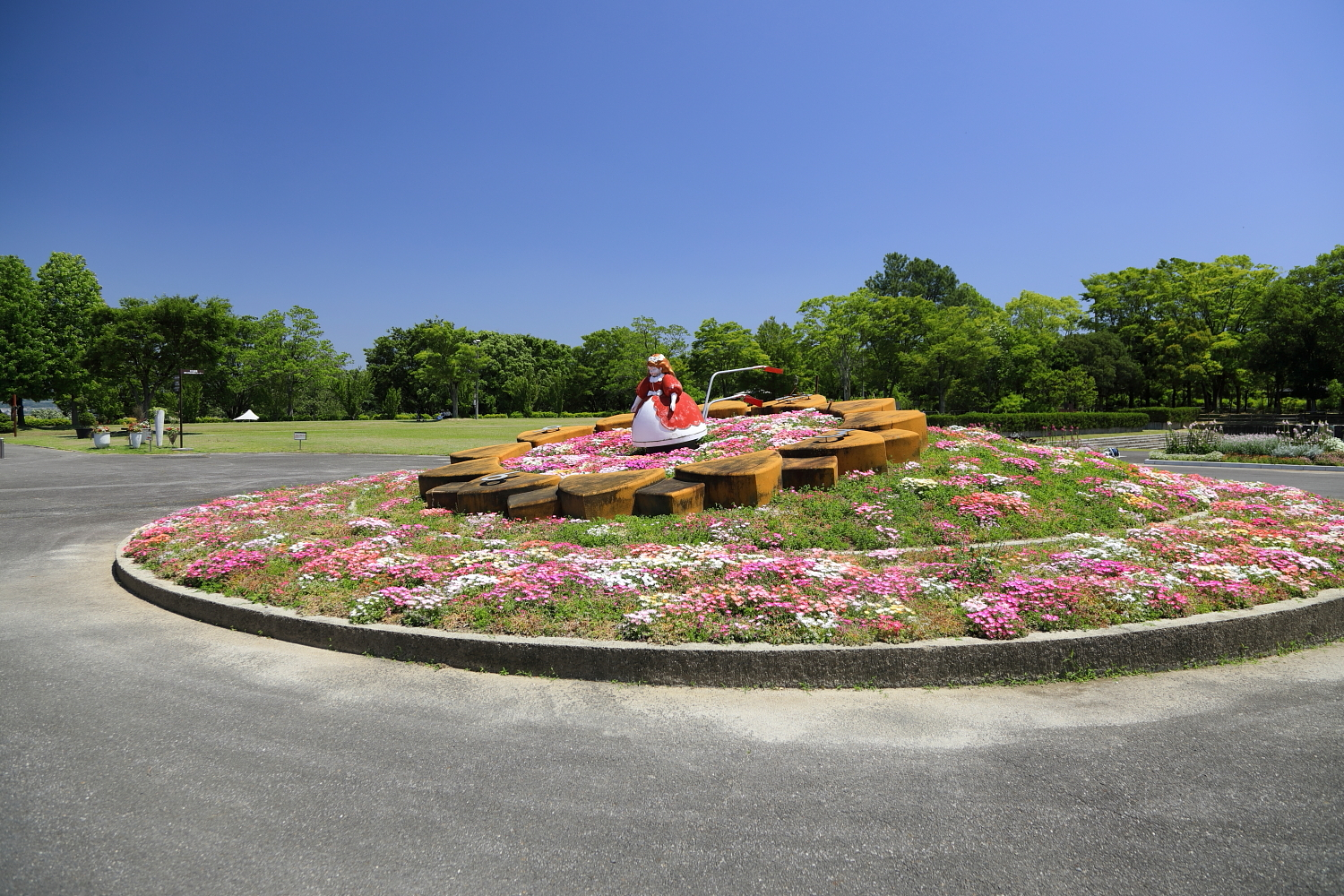
西山公園の花時計 （2019年（令和元年）5月）
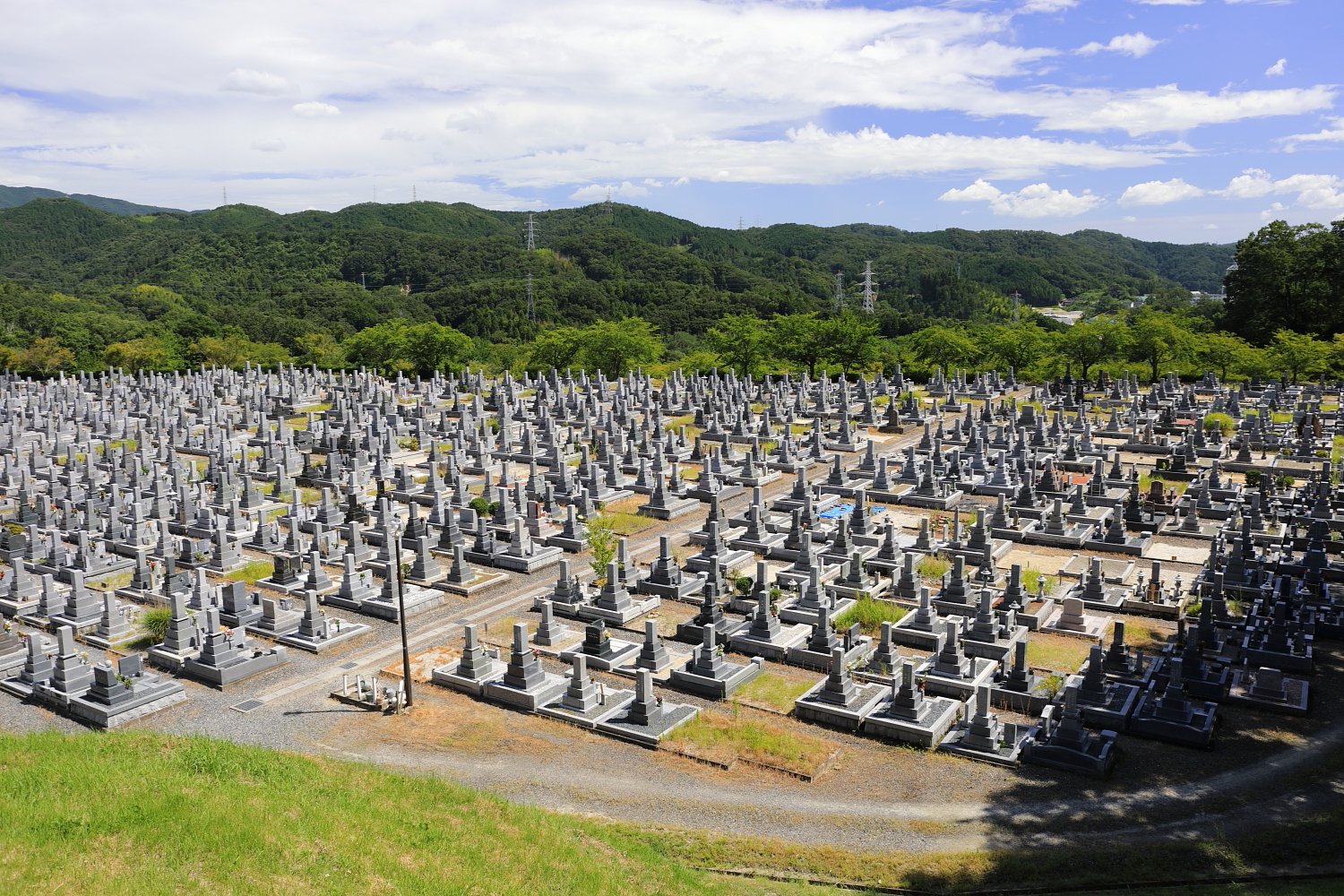
古瀬間墓園 （2019年（令和元年）8月）

総合公園
- 矢作緑地
- 毘森公園 - 小坂町
- 篭川公園

運動公園
- 柳川瀬公園 - 畝部東町
- 猿投公園（豊田市運動公園） - 高町

地区公園
- 平芝公園 - 平芝町
- 新生公園 - 新生町
- 土橋公園 - 土橋町
- 高岡公園 - 中田町
- 井上公園  - 井上町

風致公園
- 鞍ヶ池公園

動植物公園
- 西山公園 - 西山町。6.4ヘクタール。

墓園
- 古瀬間墓園 - 古瀬間町

- 平芝公園
（2019年（平成31年）3月）
- 土橋公園
（2019年（令和元年）7月）
- 鞍ヶ池公園　鞍ヶ池水辺テラス
（2009年（平成21年）9月）
- 西山公園の花時計
（2019年（令和元年）5月）
- 古瀬間墓園
（2019年（令和元年）8月）

### やな
鮎などの川魚をつかみどりでき、夏の風物詩として多くの観光客でにぎわう。
- 広瀬やな
- 川の駅松平
- 川口やな
- 平瀬やな
- おど観光やな

### アウトドア施設

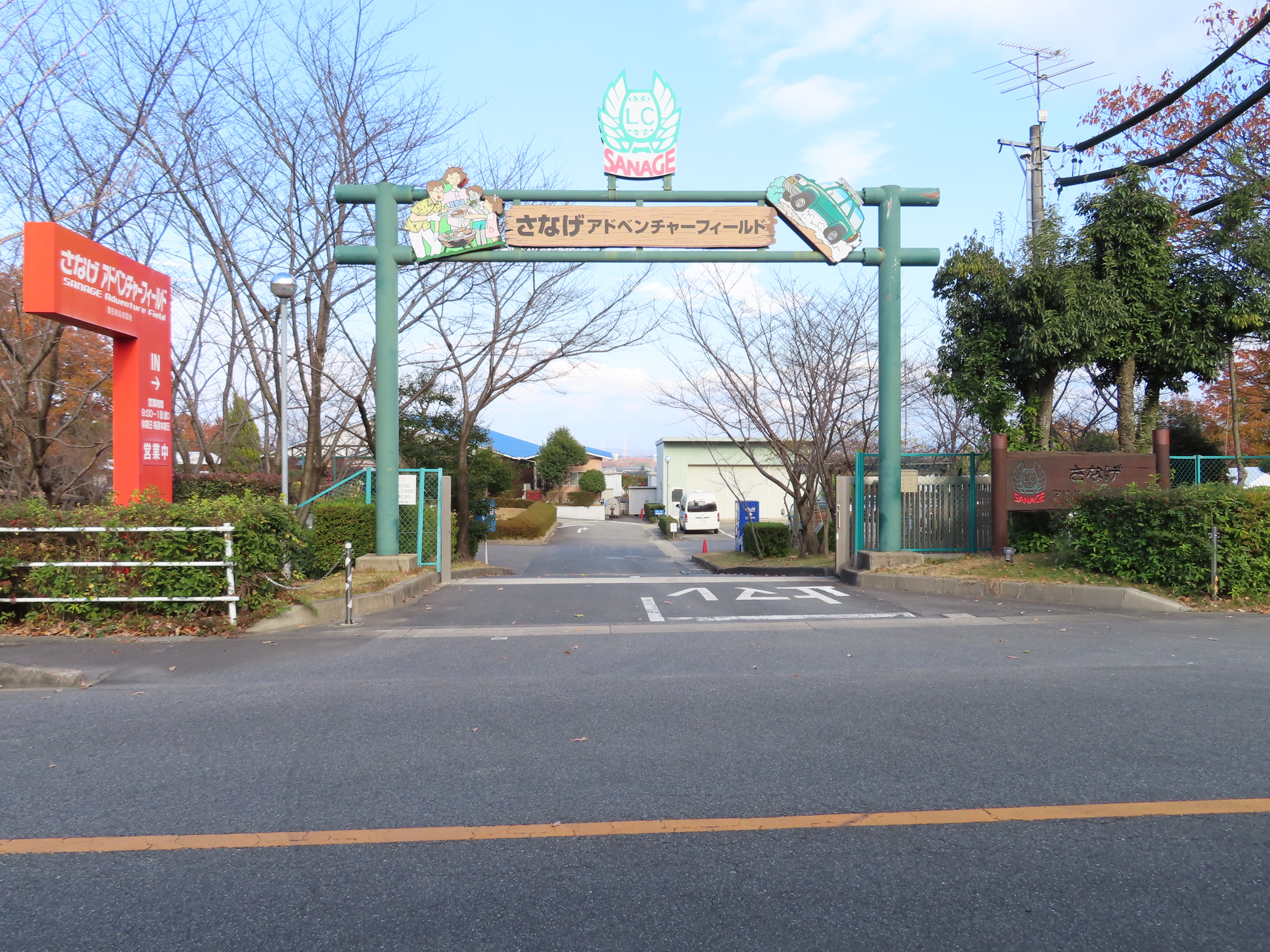
さなげアドベンチャーフィールド
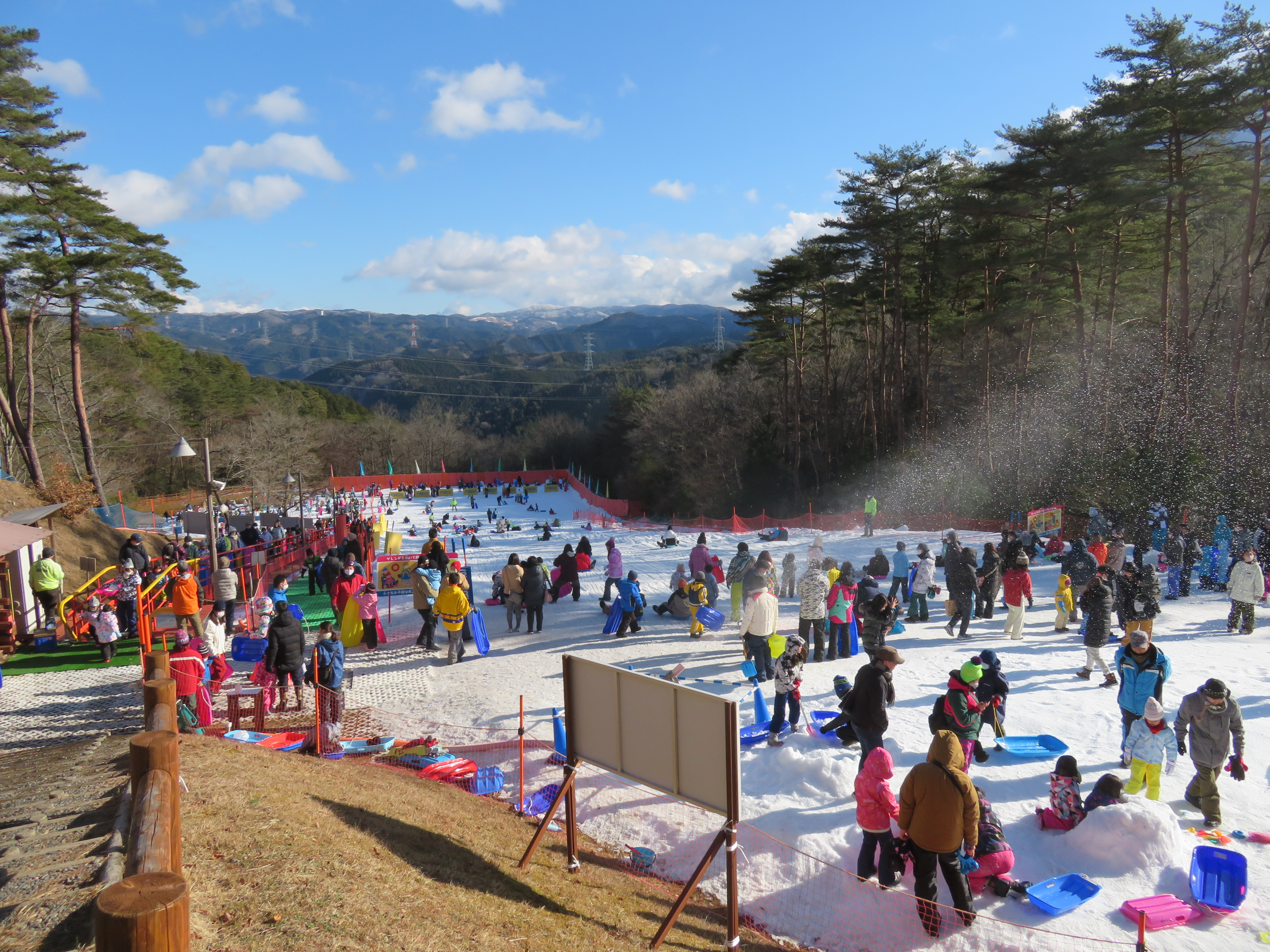
旭高原元気村
- 下山バークパーク
- 昭和の森

- さなげアドベンチャーフィールド
- 旭高原元気村

### 展望台
- 野見山展望台

## 文化・名物

### 文化財

#### 建造物

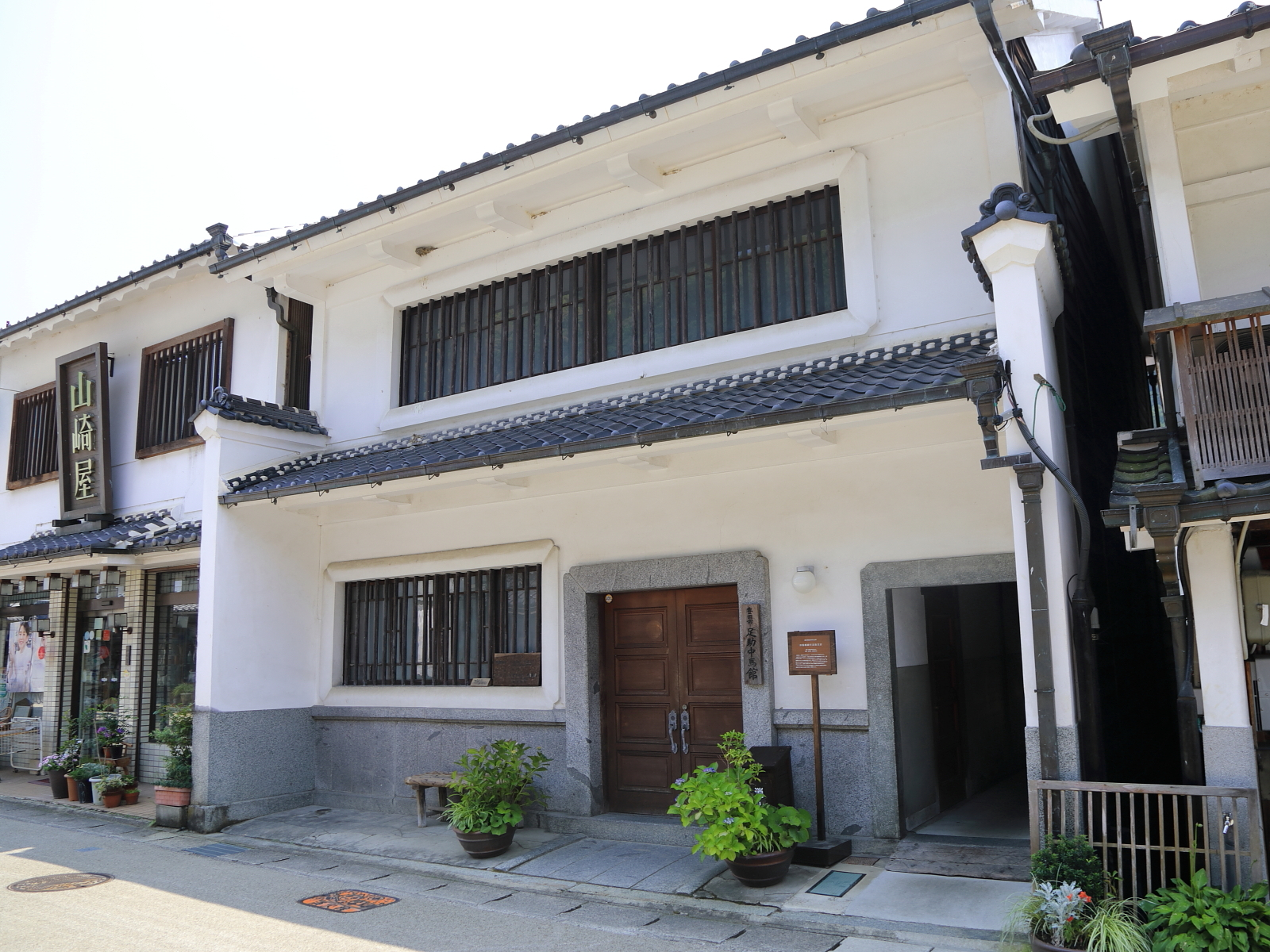
稲橋銀行足助支店社屋 （現豊田市足助中馬館） （足助町、2012年（平成24年）3月）
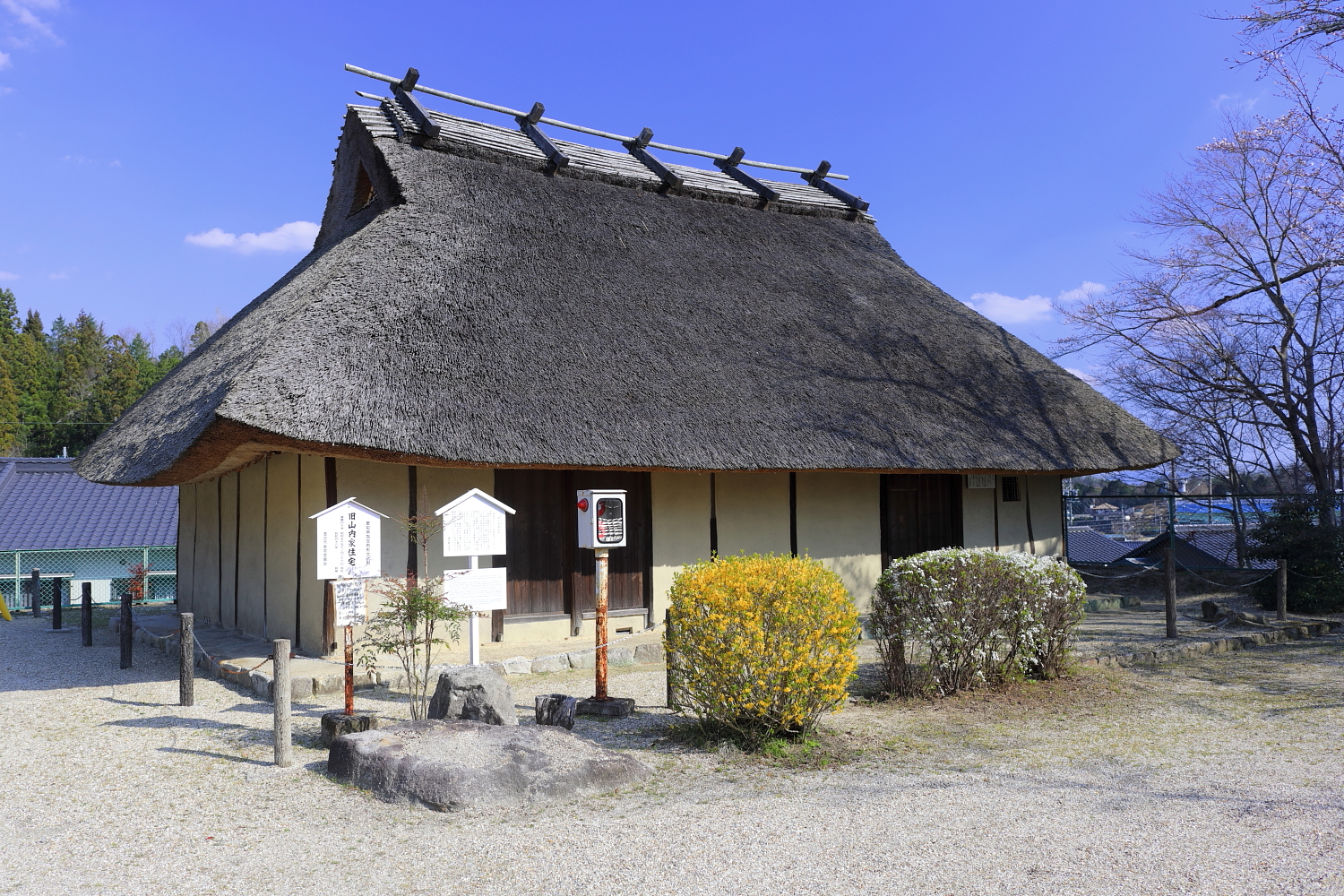
旧山内家住宅 （藤岡飯野町、2019年（平成31年）4月）

重要文化財（国指定）
- 足助八幡宮本殿
- 旧鈴木家住宅　16棟および土地（宅地および畑） 附 屋敷図8枚・たゝみ之図2冊

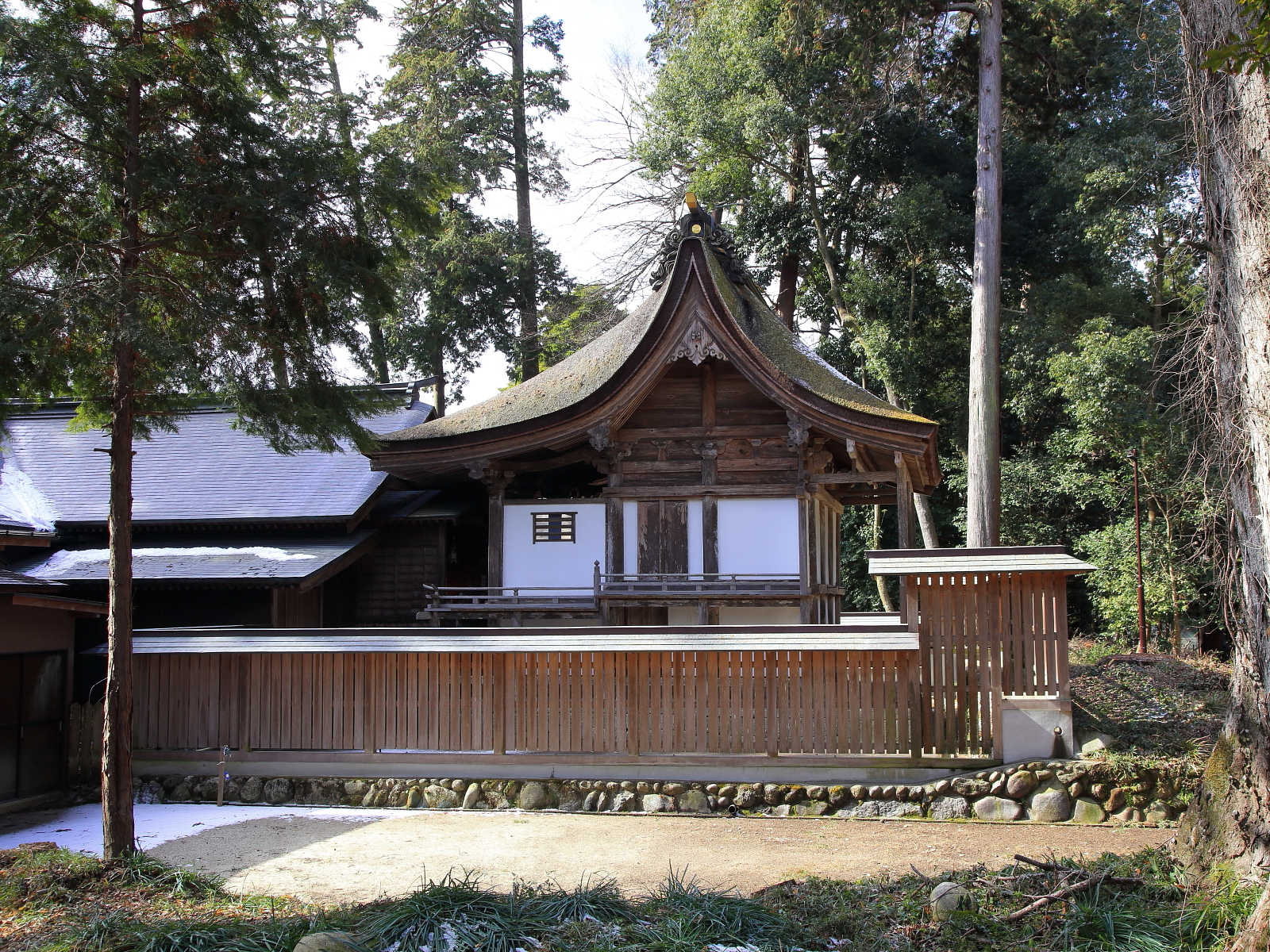
足助八幡宮本殿 （足助町、2012年（平成24年）2月）
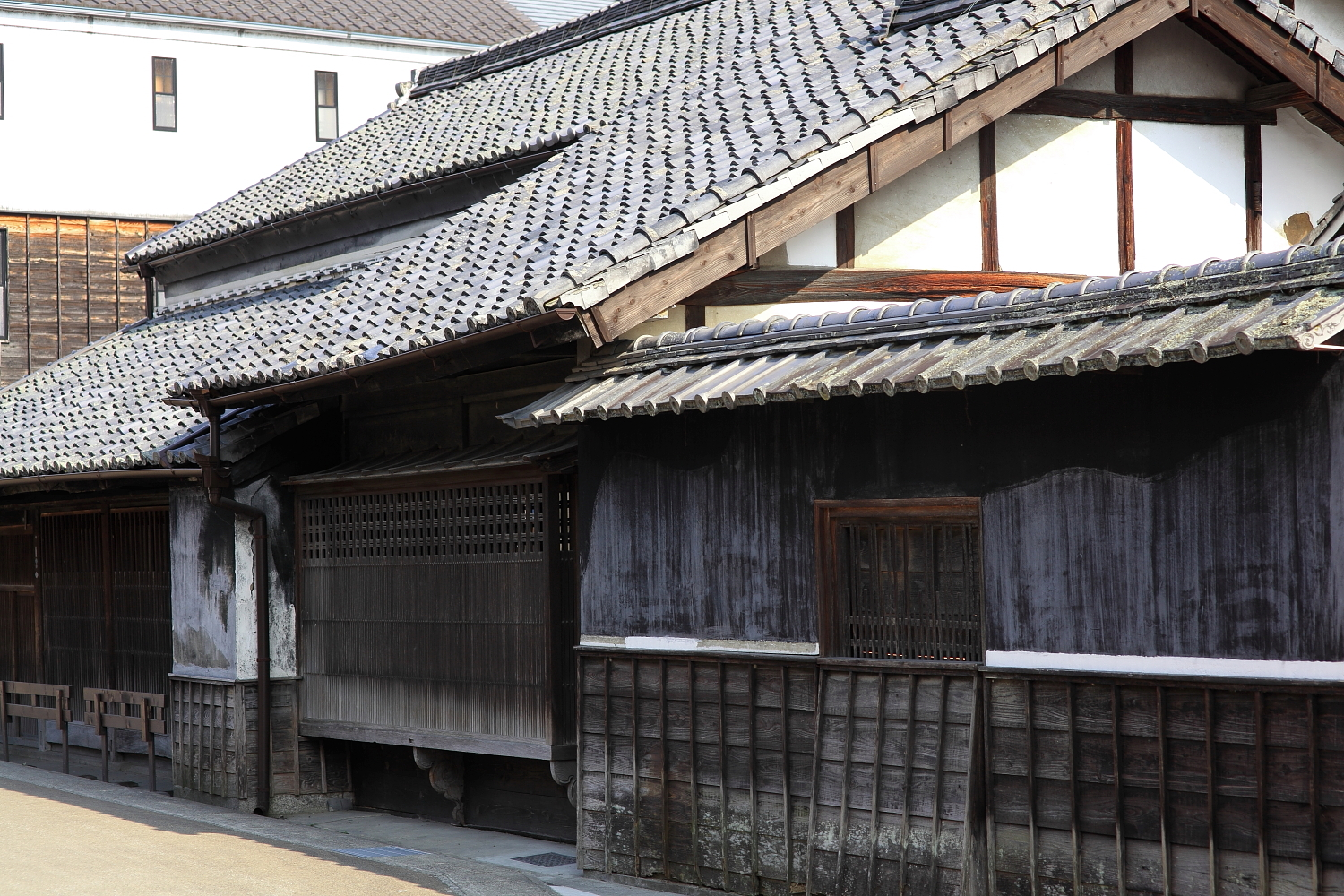
旧鈴木家住宅主屋外観 （足助町、2014年（平成26年）3月）

県指定有形文化財
- 旧稲橋銀行足助支店社屋付金庫室及び同前室
- 旧山内家住宅

- 稲橋銀行足助支店社屋
（現豊田市足助中馬館）
（足助町、2012年（平成24年）3月）
- 旧山内家住宅
（藤岡飯野町、2019年（平成31年）4月）

市指定有形文化財
- 守綱寺本堂・鐘楼堂・太鼓堂・山門
- 旧松本家長屋門
- 村上家千巻舎・門　附土塀
- 百々貯木場
- 薬師寺鐘楼門
- 薬師寺本堂
- 遊佐家長屋門　附土塀
- 六鹿邸
- 隣松寺本堂　附棟札二枚

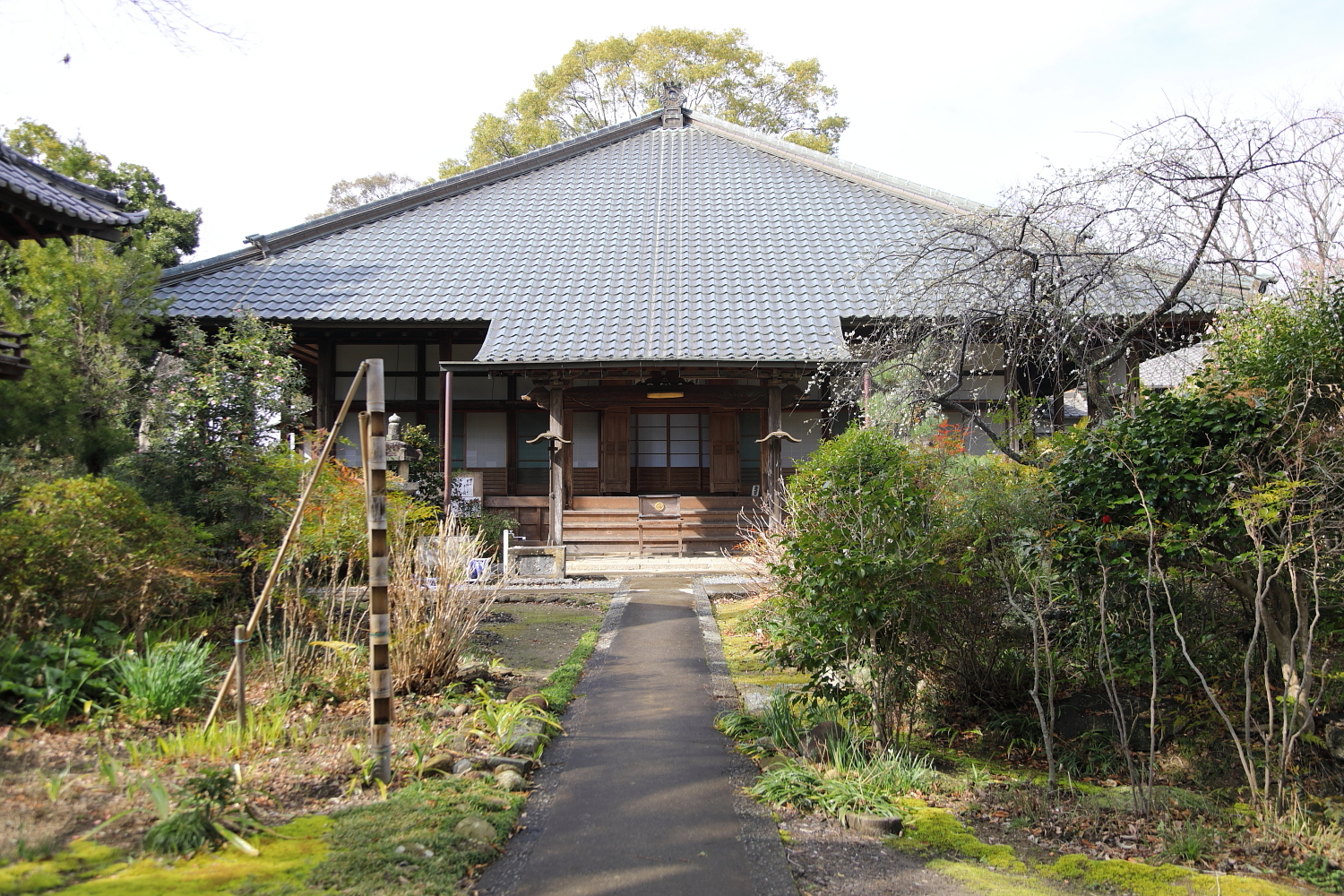
守綱寺本堂 （寺部町、2019年（平成31年）3月）
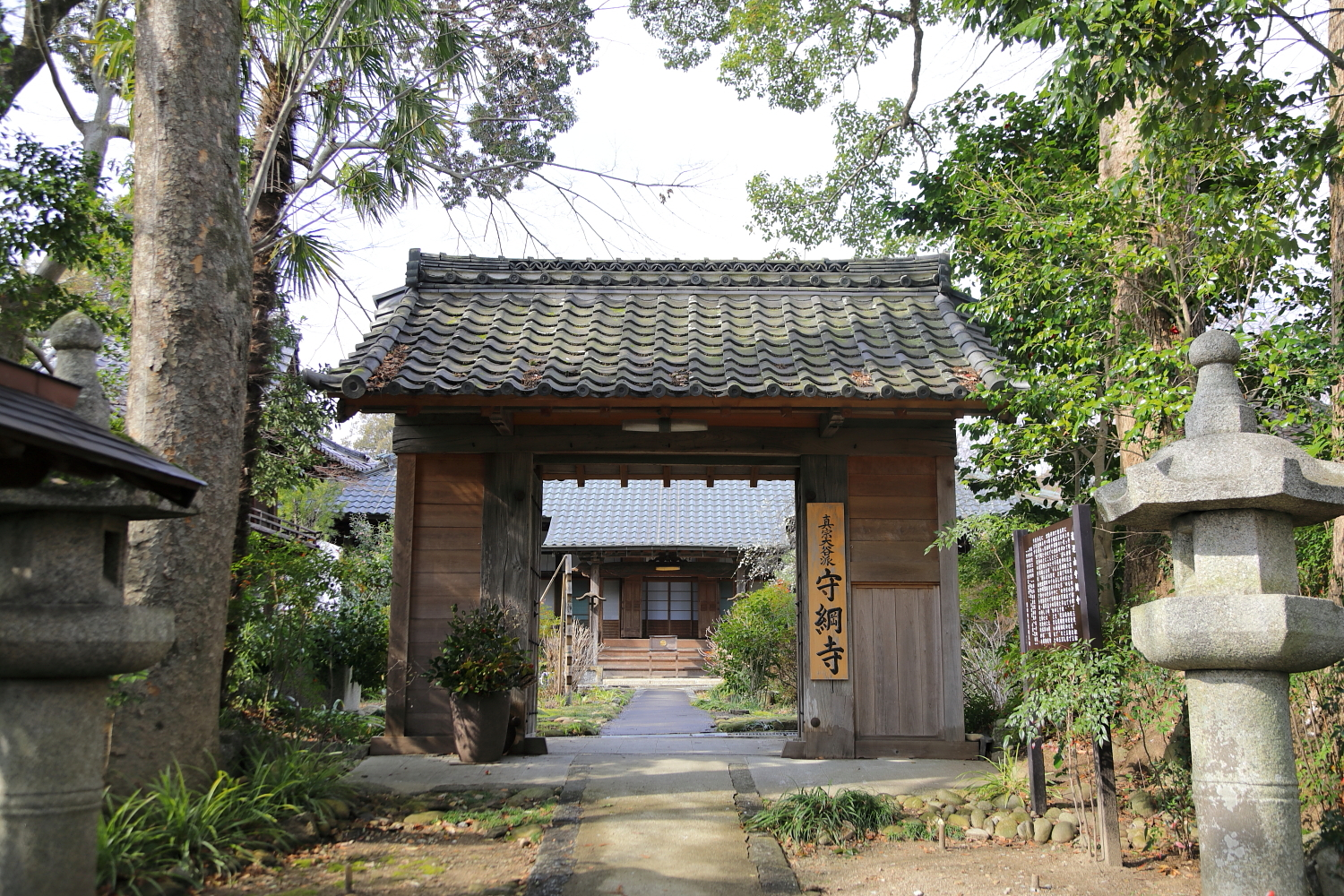
守綱寺山門 （寺部町、2019年（平成31年）3月）
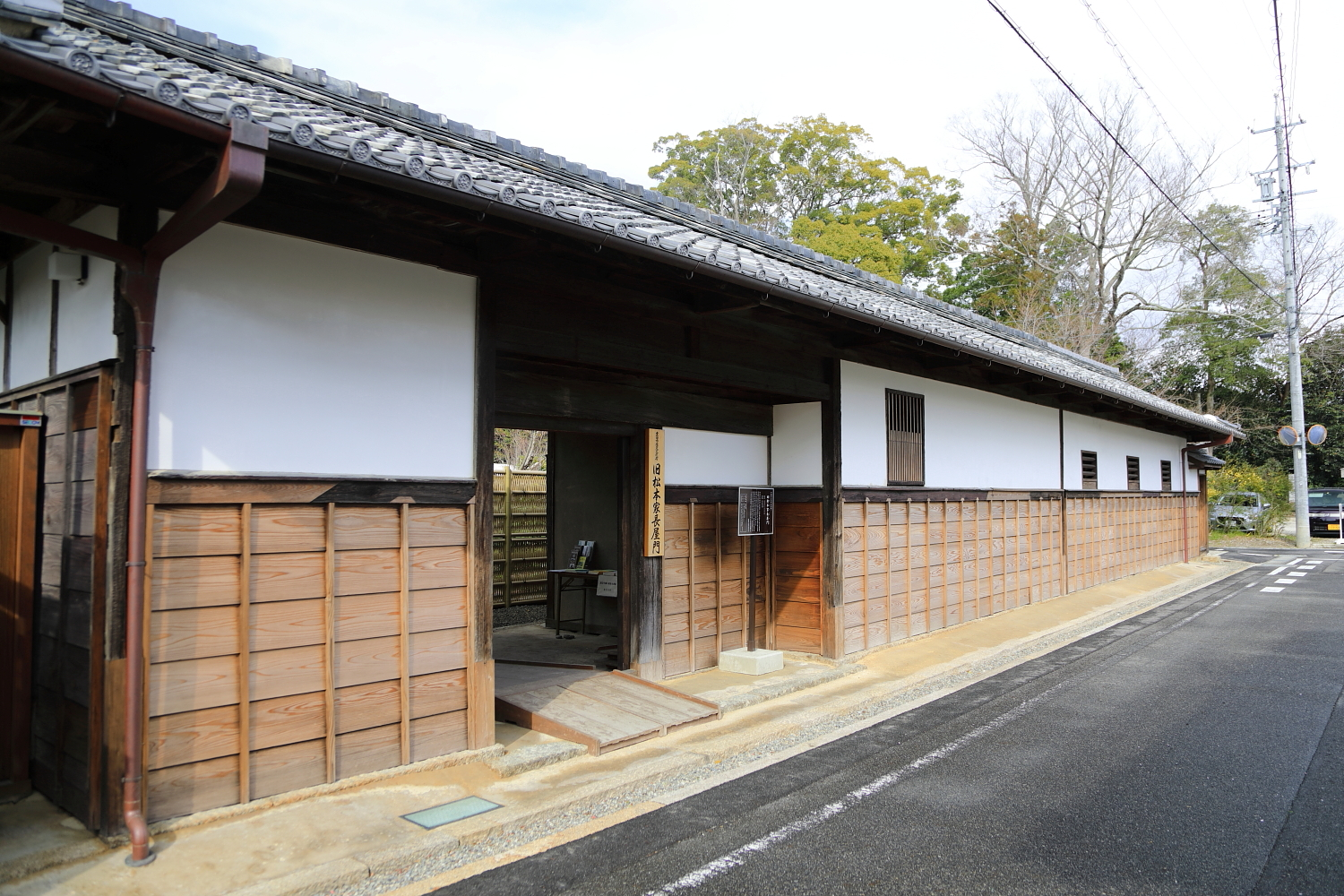
旧松本家長屋門 （寺部町、2019年（平成31年）3月）
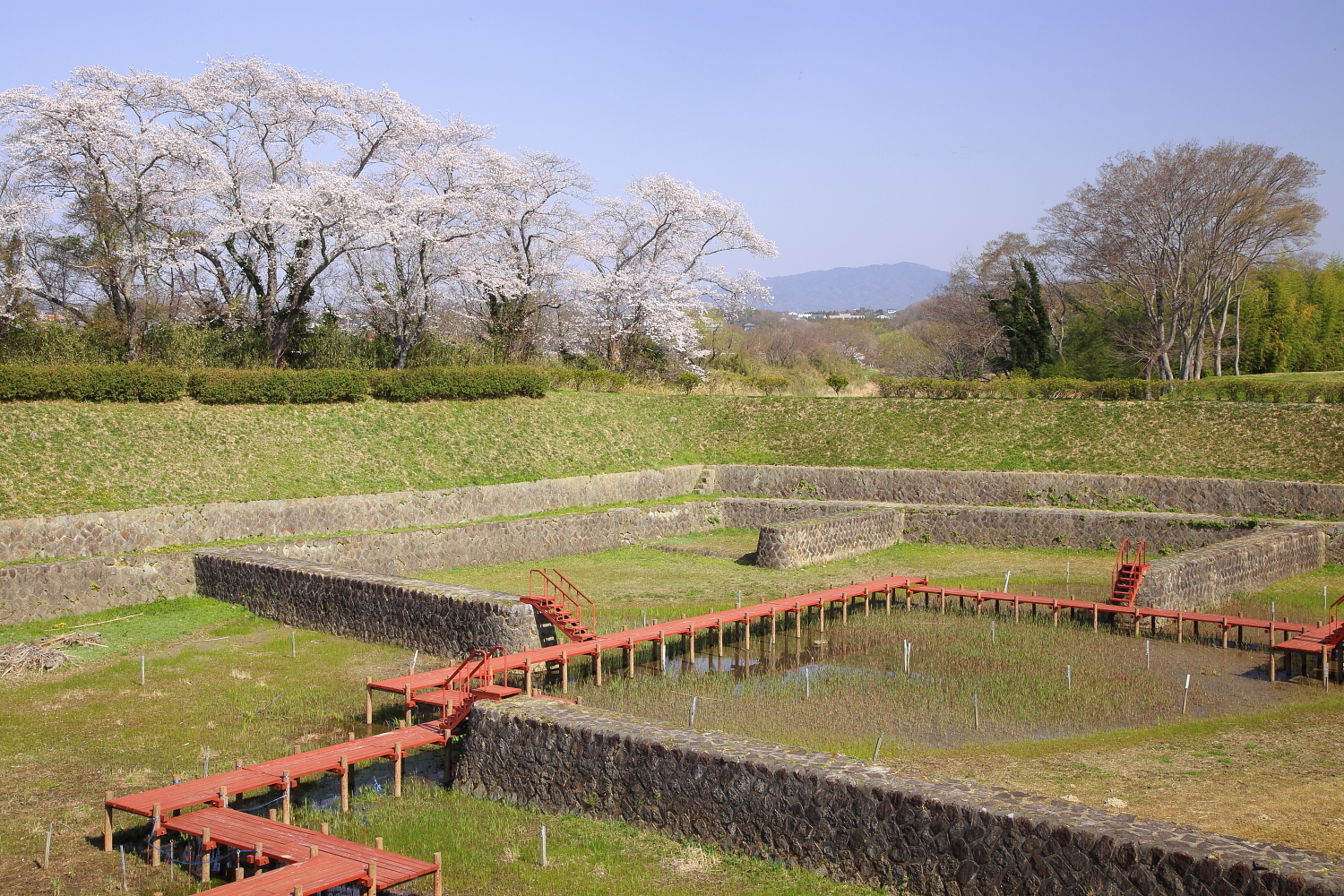
百々貯木場跡 （百々町、2013年（平成25年）3月）
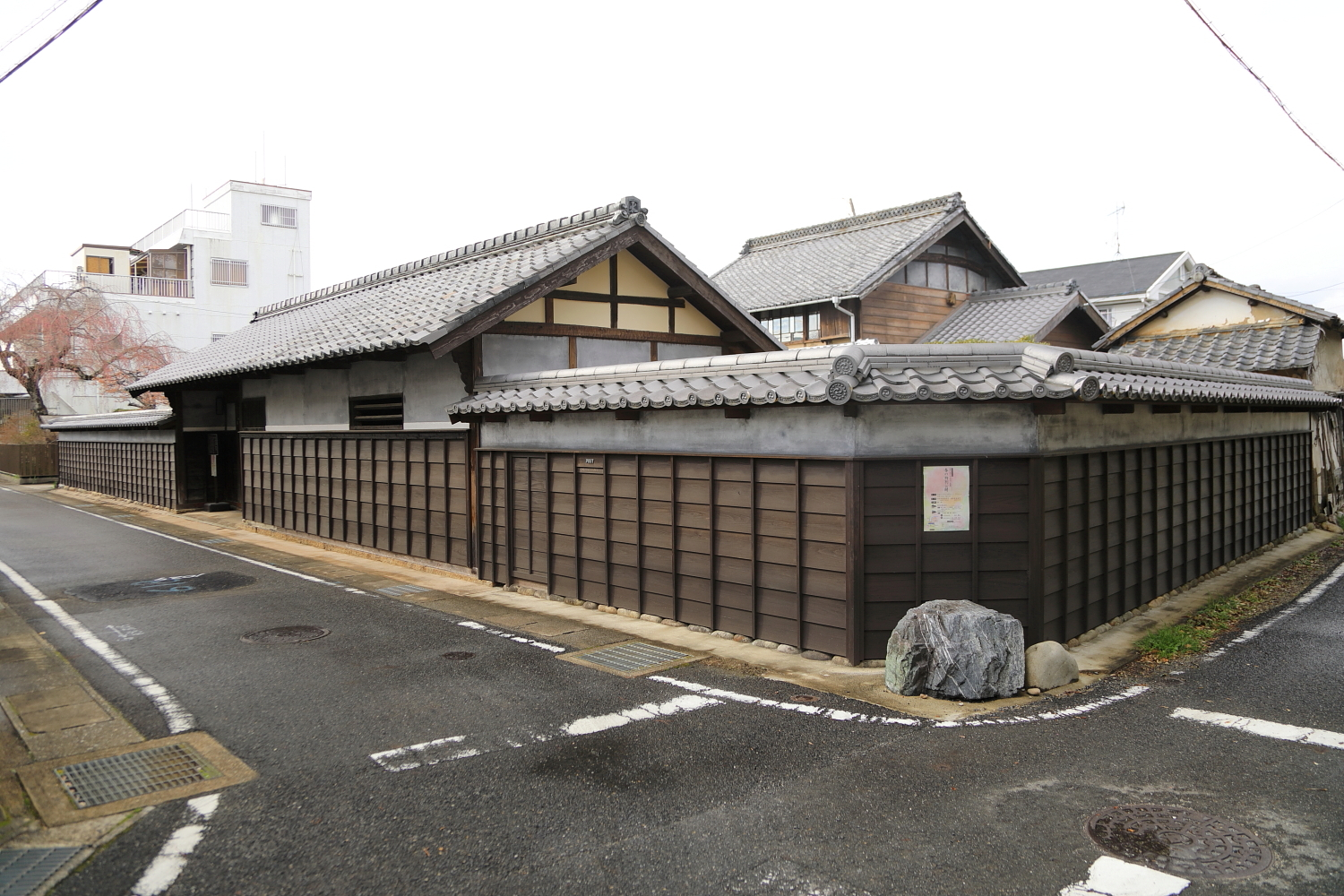
遊佐家長屋門 （寺部町、2019年（平成31年）3月）
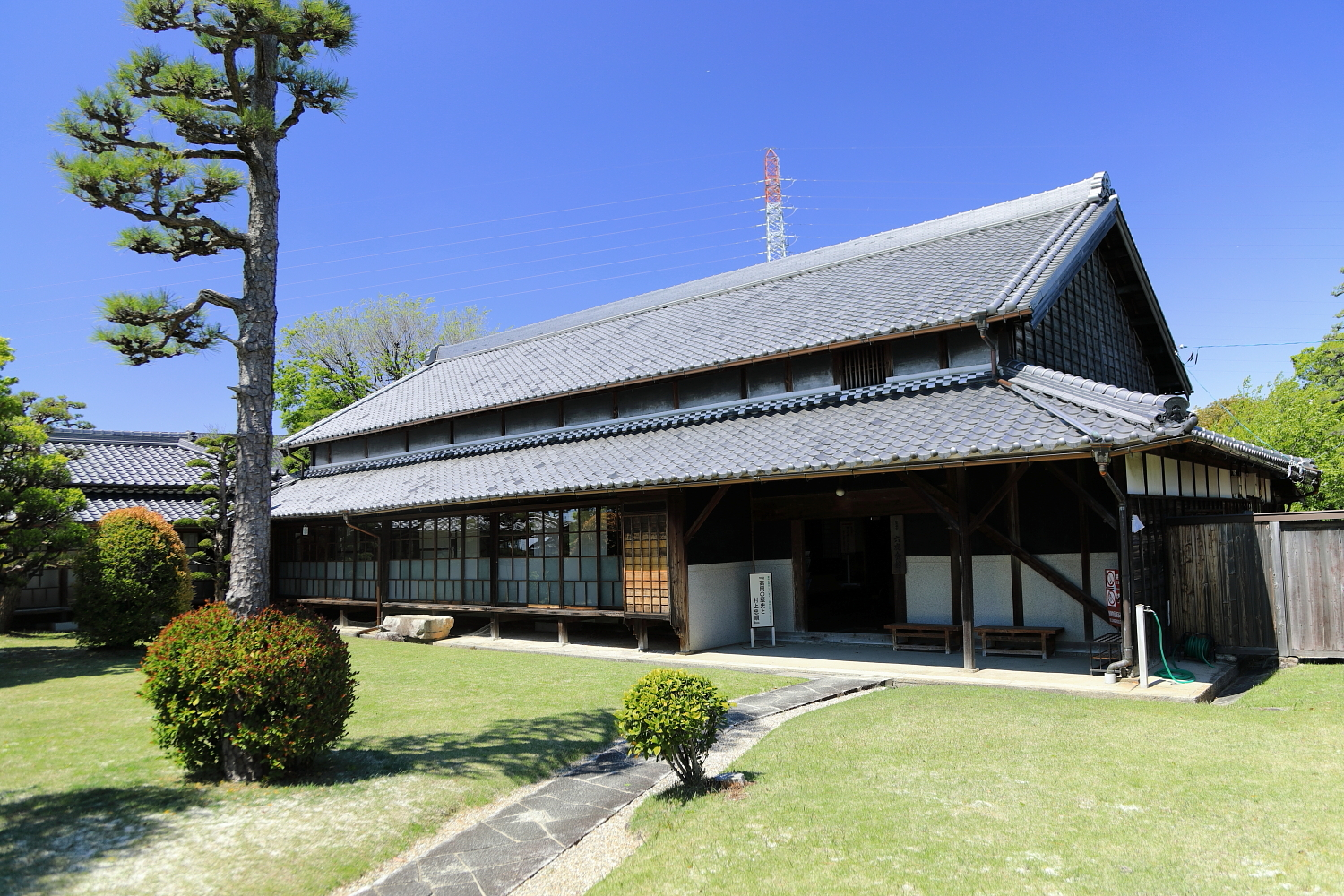
六鹿邸 （高岡町、2019年（平成31年）4月）
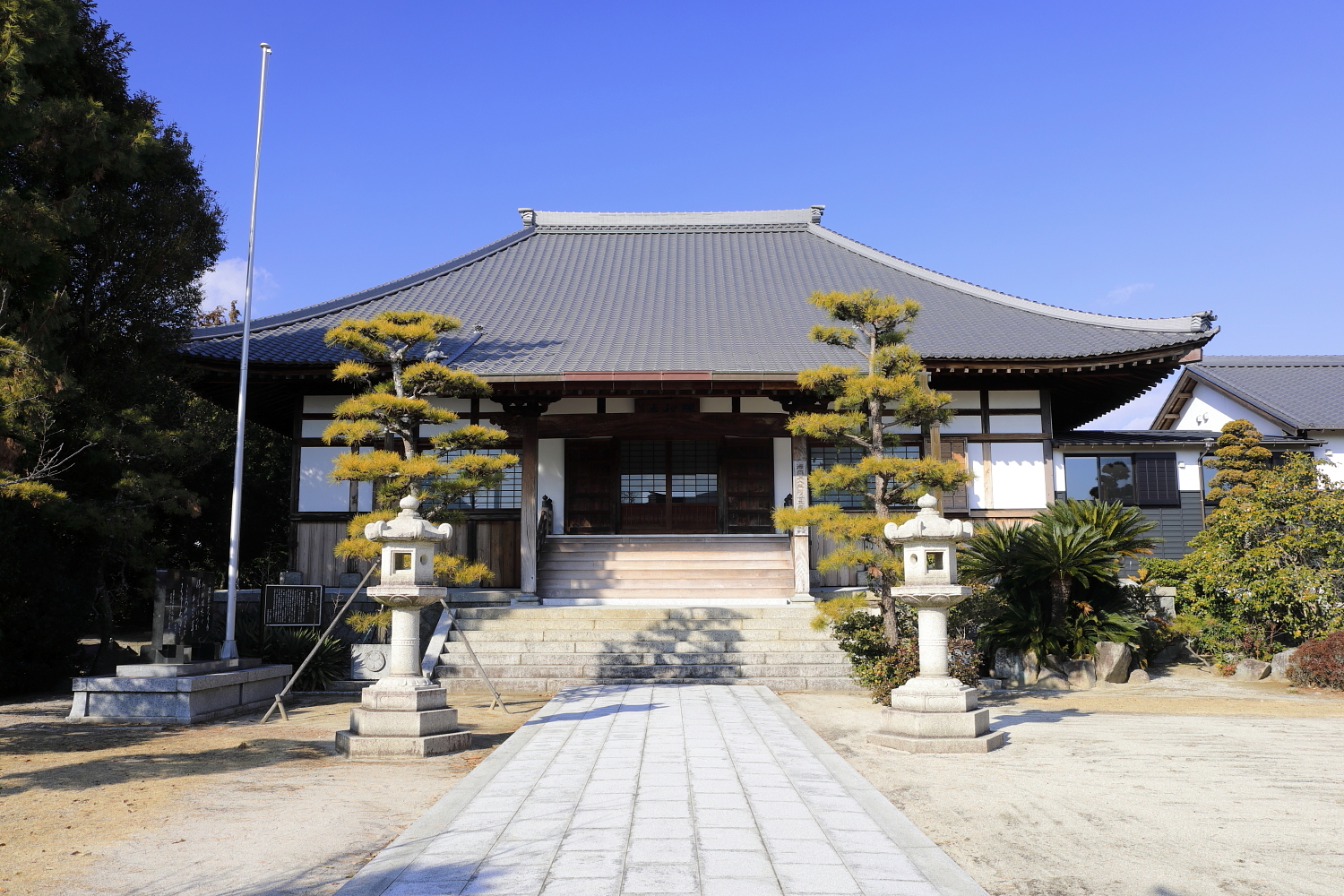
隣松寺本堂 （幸町、2019年（平成31年）2月）

登録有形文化財（国登録）
- 伊世賀美隧道 - 1897年（明治30年）竣工、豊田市管理。
- 旧愛知県蚕業取締所 - 1922年（大正11年）竣工、豊田市管理。
- 旧愛知県蚕業取締所門 - 1922年（大正11年）竣工、豊田市管理。
- 旧井上家住宅西洋館 - 明治10年代竣工、1928年（昭和3年）・1989年（平成元年）移築、豊田市管理。
- 浄照寺本堂 - 1898年（明治31年）建立。
- 浄照寺庫裏 - 1860年（万延元年）建立。
- 浄照寺書院 - 1934年（昭和9年）建立。
- 名鉄三河線旧西中金駅駅舎 - 1930年（昭和5年）竣工、名古屋鉄道株式会社管理。
- 名鉄三河線旧西中金駅プラットホーム - 昭和時代初期竣工、名古屋鉄道株式会社管理。
- 名鉄三河線旧三河広瀬駅駅舎 - 1927年（昭和2年）竣工、名古屋鉄道株式会社管理。
- 名鉄三河線旧三河広瀬駅プラットホーム - 1927年（昭和2年）竣工、名古屋鉄道株式会社管理。
- 如意寺本堂 - 1823年（文政6年）頃建立。
- 如意寺書院 - 江戸時代後期建立、1909年（明治42年）増築。
- 如意寺山門 - 江戸時代後期建立。
- 如意寺鐘楼 - 1755年（宝暦5年）頃建立。
- 如意寺太鼓楼 - 江戸時代末期建立、昭和時代中期改修。
- 喜楽亭 - 昭和初期建設、1983年（昭和58年）移築。豊田市管理。
- [[]豊田市藤岡民俗資料館]]（旧藤岡中学校特別教室棟） - 1954年（昭和29年）竣工、1981年（昭和56年）増築、2014年（平成26年）改築、豊田市管理。

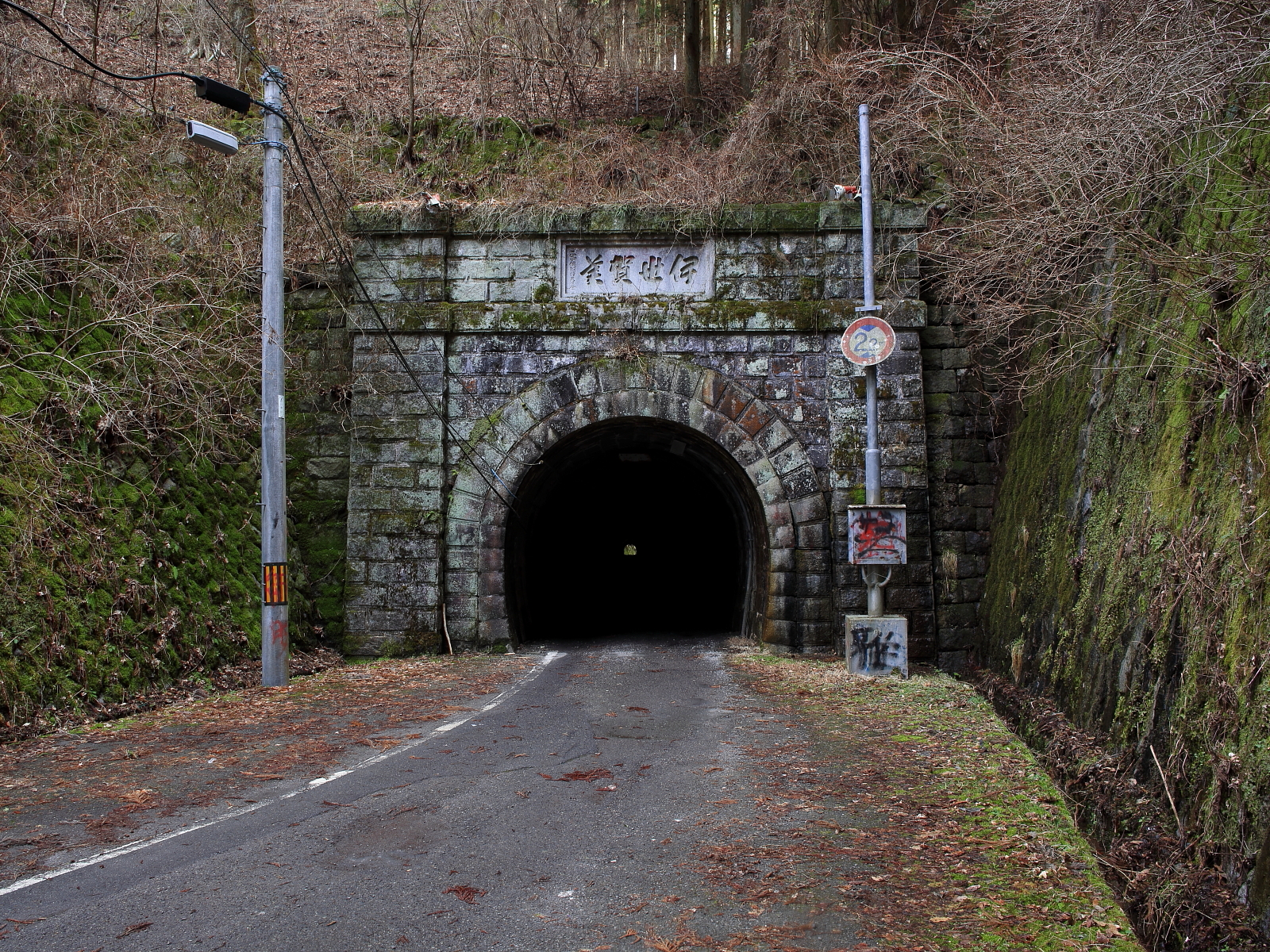
伊世賀美隧道西側入口 （明川町、2013年（平成25年）3月）
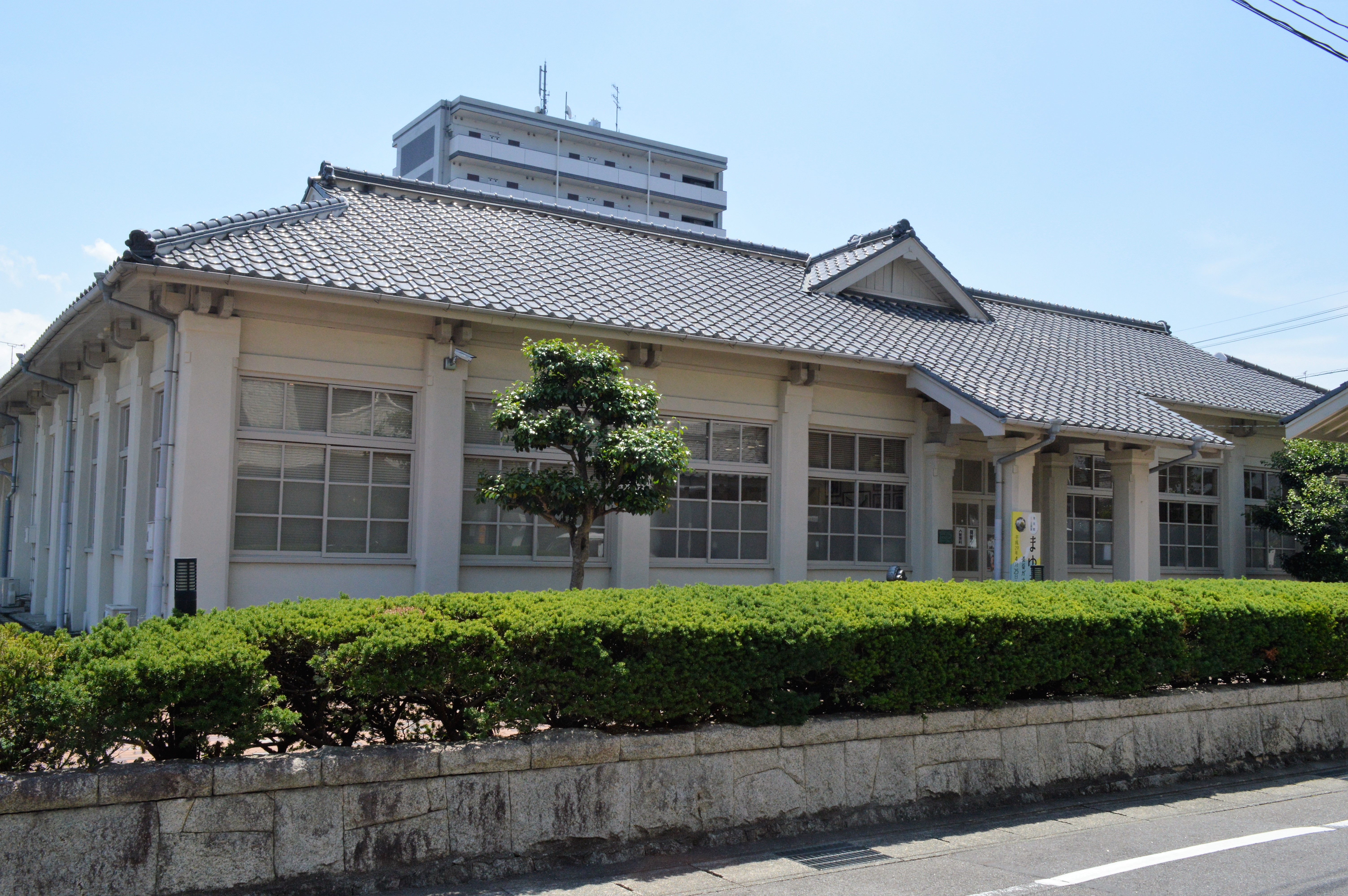
旧愛知県蚕業取締所（現豊田市近代の産業とくらし発見館） （喜多町、2017年（平成29年）6月）
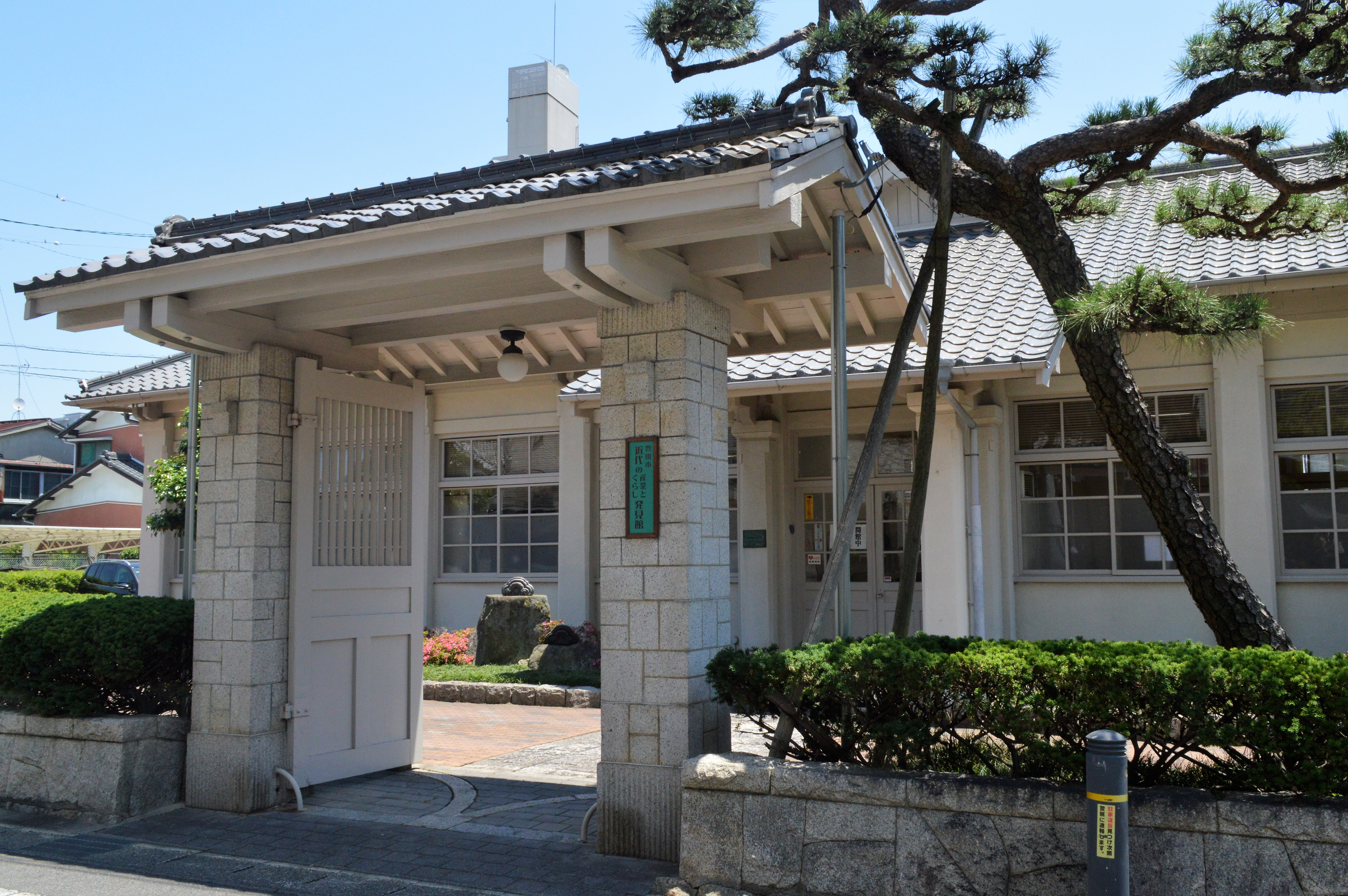
旧愛知県蚕業取締所門（現豊田市近代の産業とくらし発見館） （喜多町、2017年（平成29年）6月）
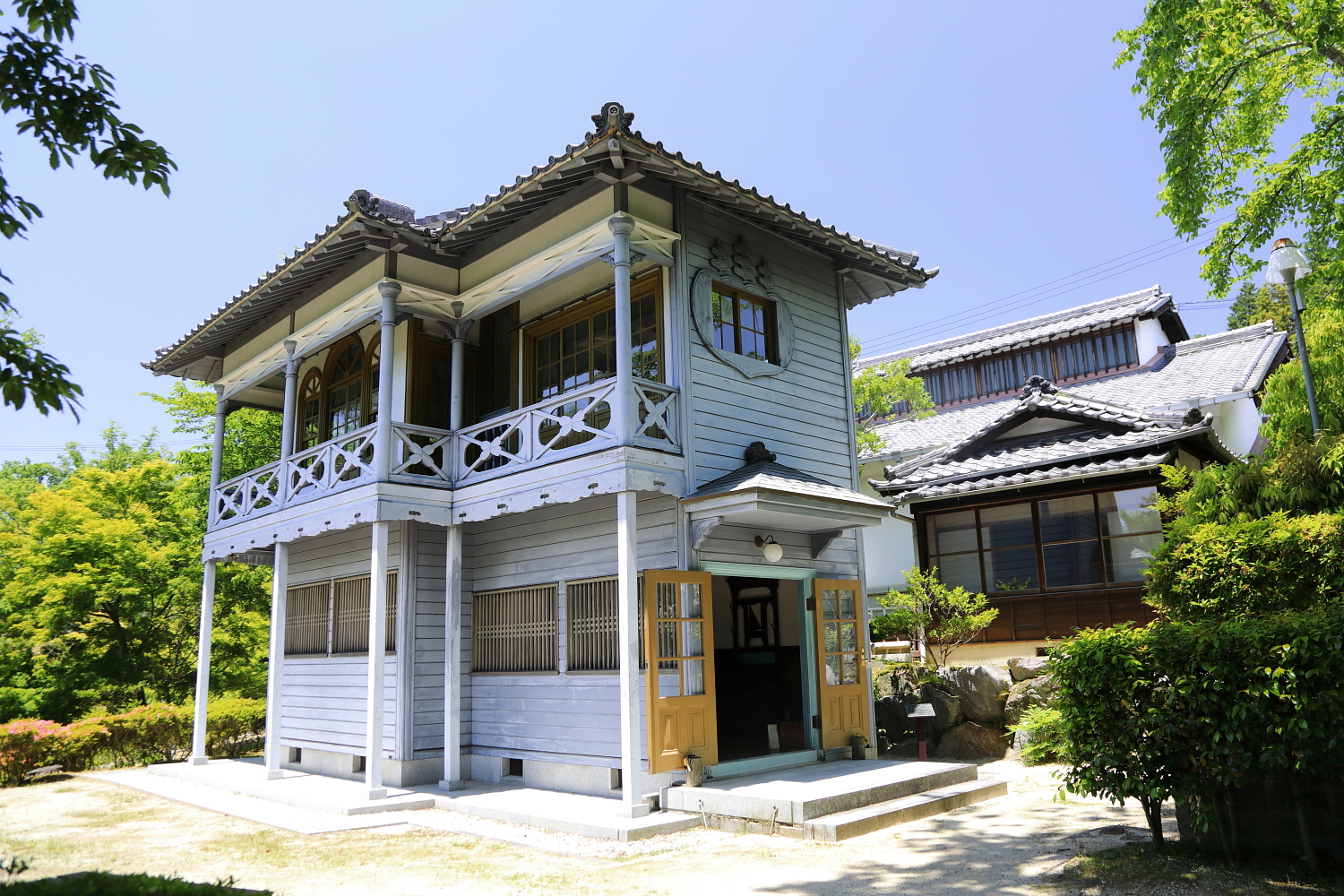
旧井上家西洋館 （平戸橋町、2019年（令和元年）5月）
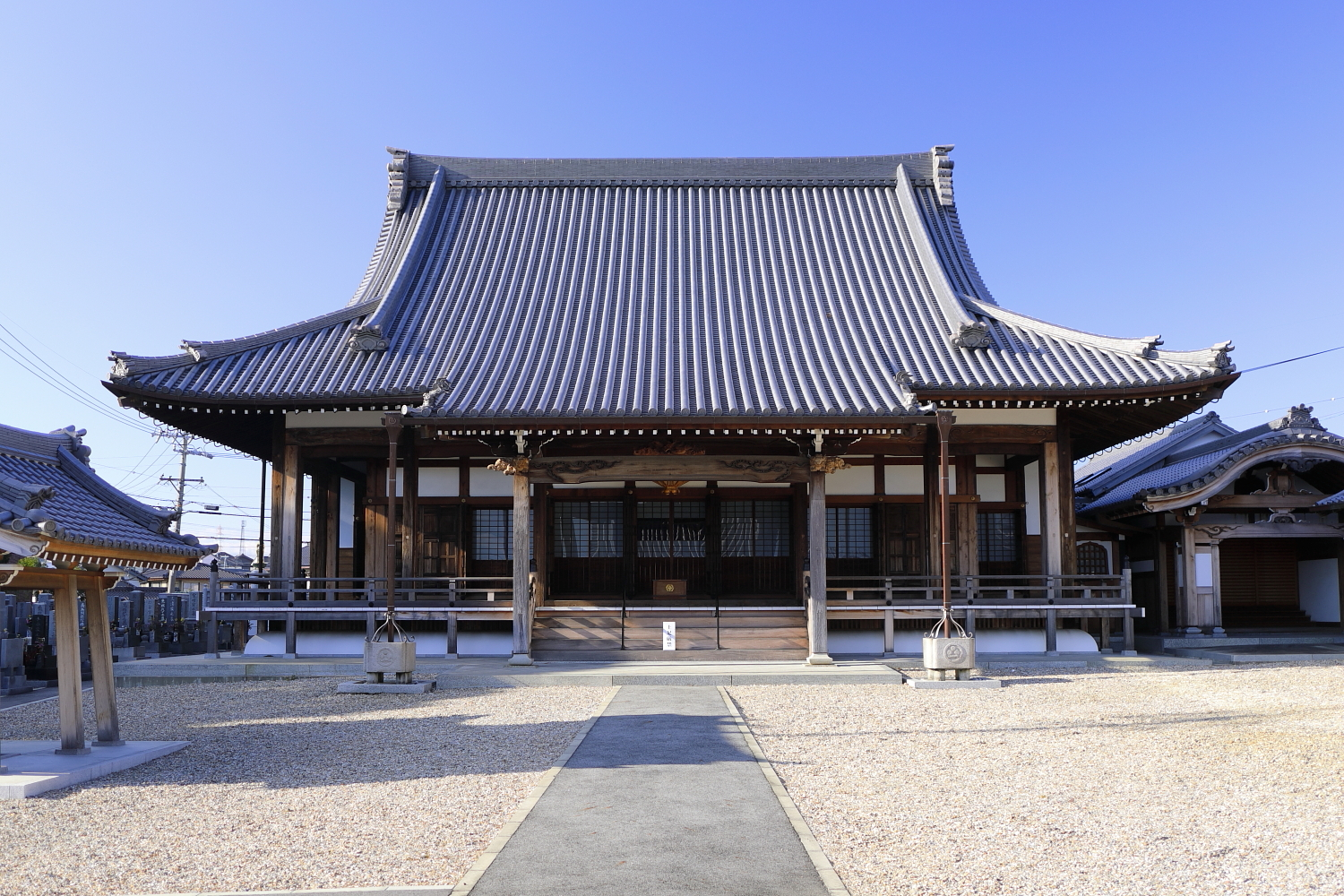
浄照寺本堂 （若林西町、2019年（平成31年）1月）
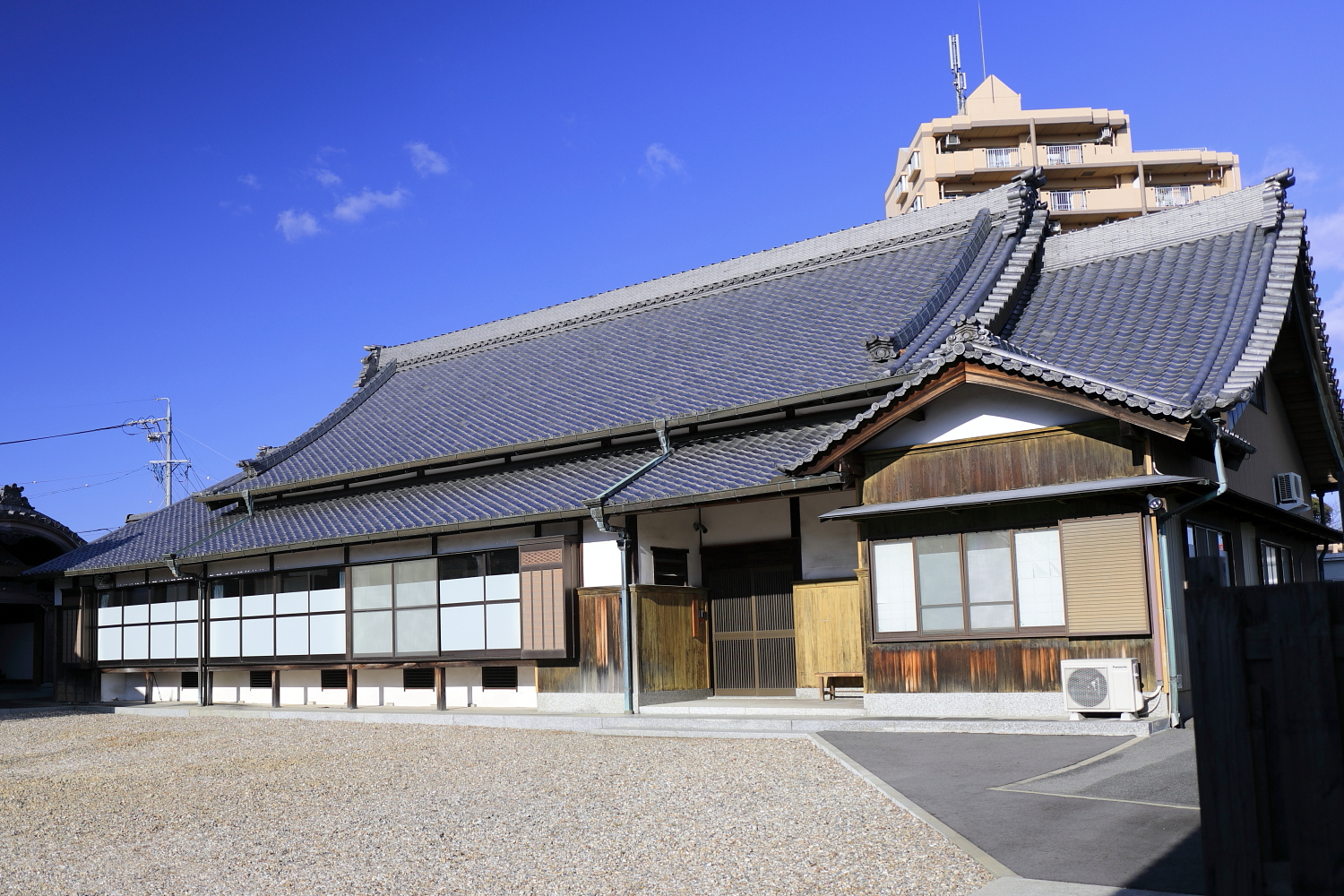
浄照寺庫裏 （若林西町、2019年（平成31年）1月）
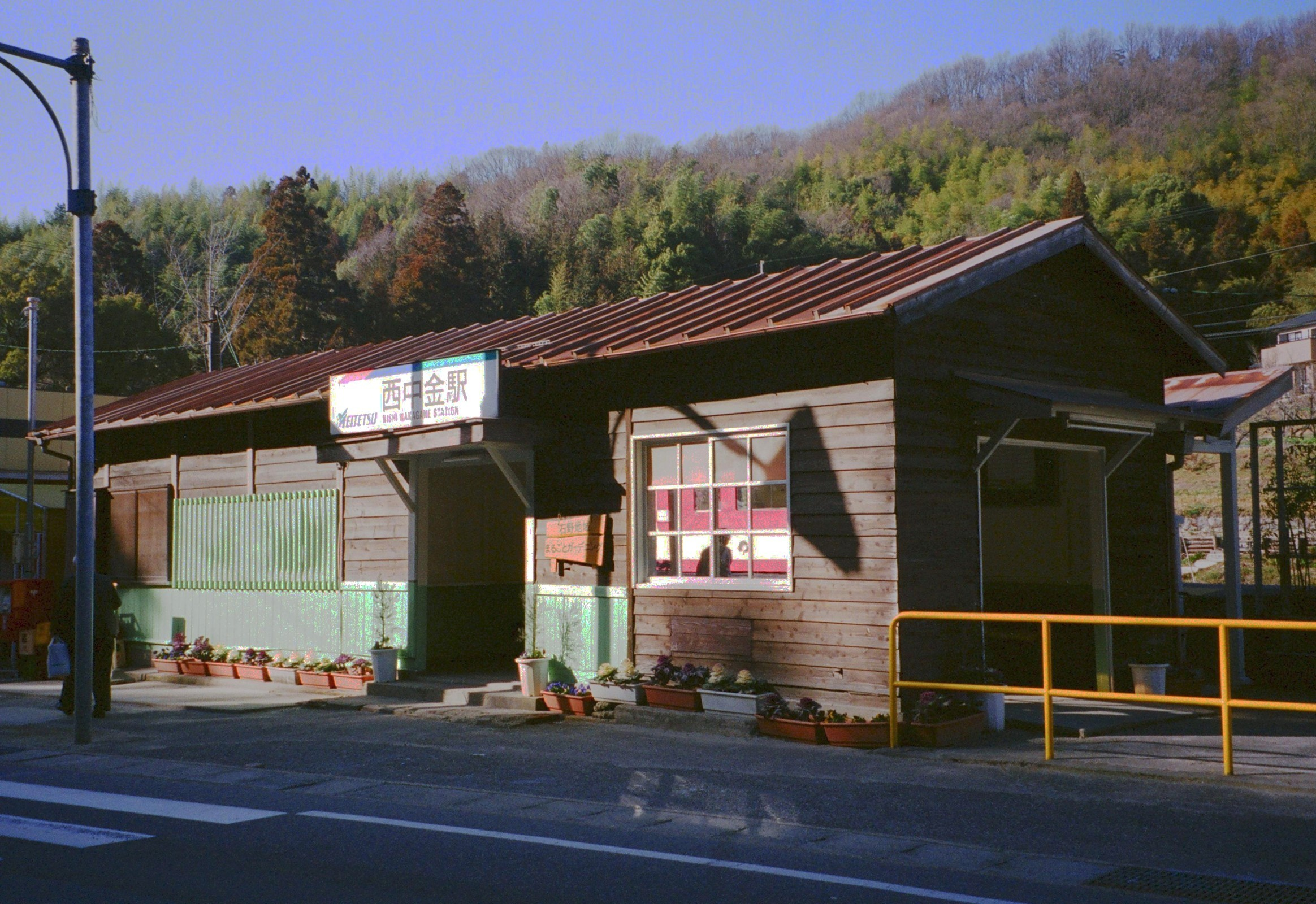
名鉄三河線旧西中金駅駅舎 （中金町、2002年（平成14年）3月）
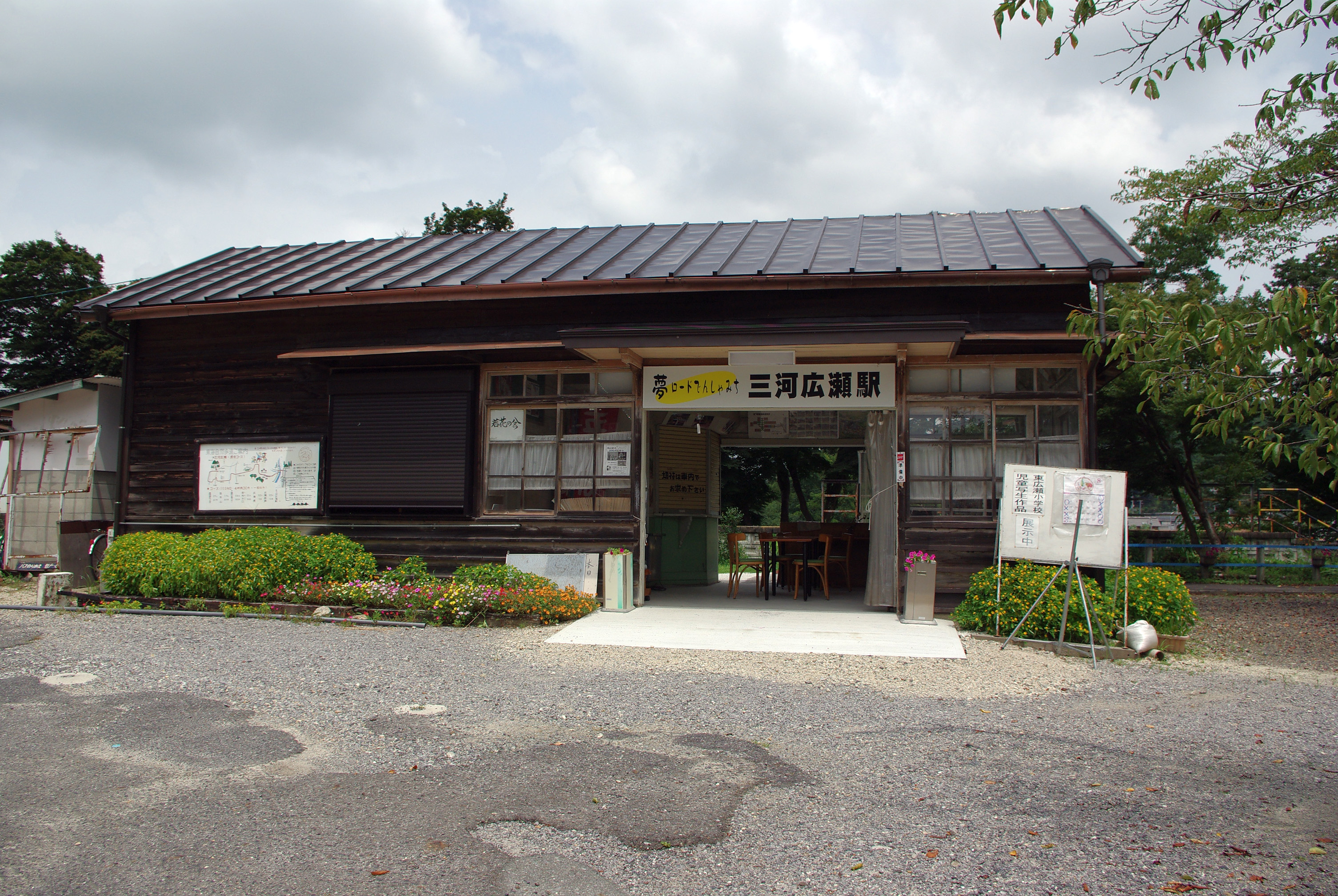
名鉄三河線旧三河広瀬駅駅舎 （西広瀬町、2009年（平成21年）8月）
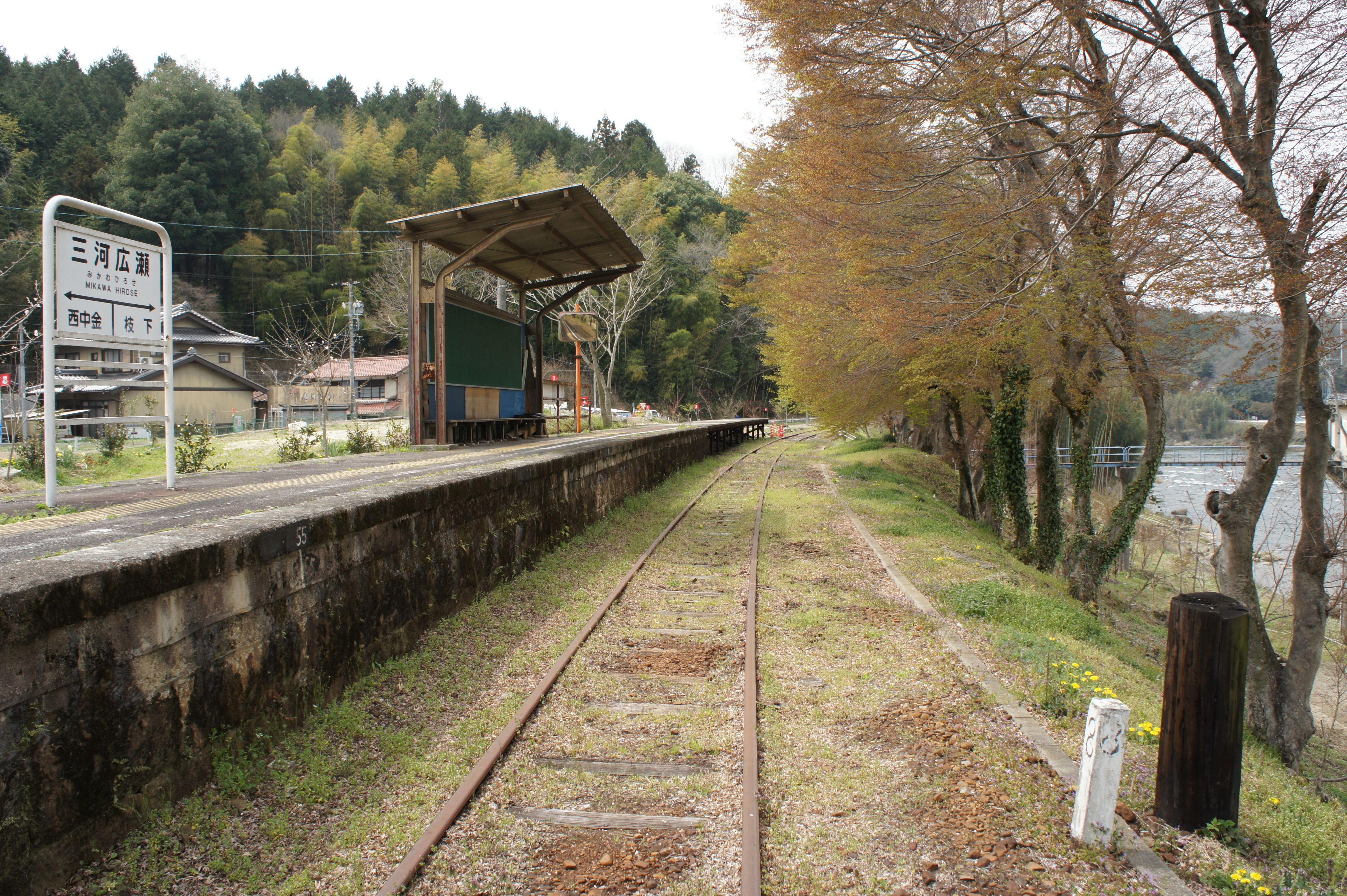
名鉄三河線旧三河広瀬駅プラットホーム （西広瀬町、2011年（平成23年）4月）
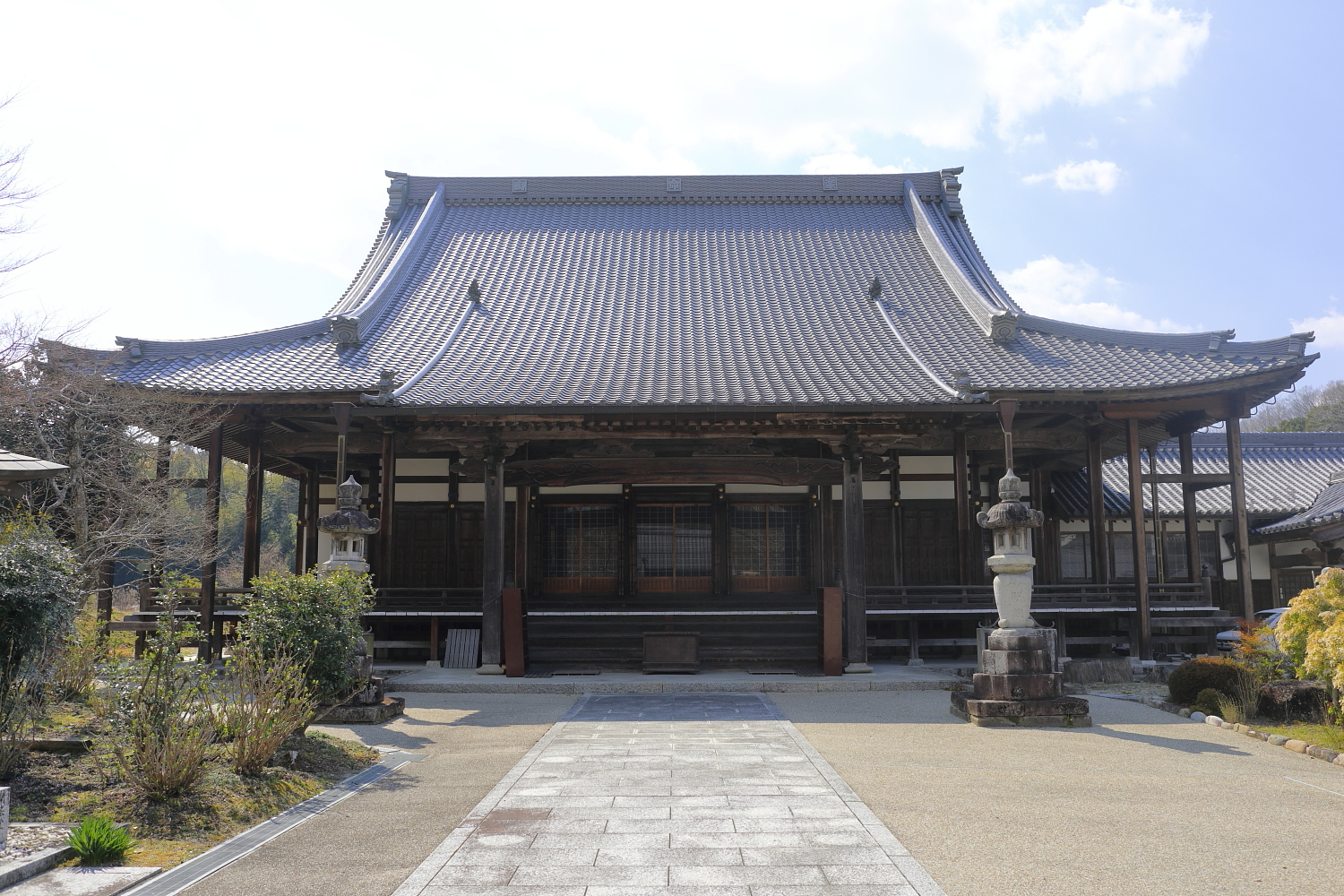
如意寺本堂 （力石町、2019年（平成31年）4月）
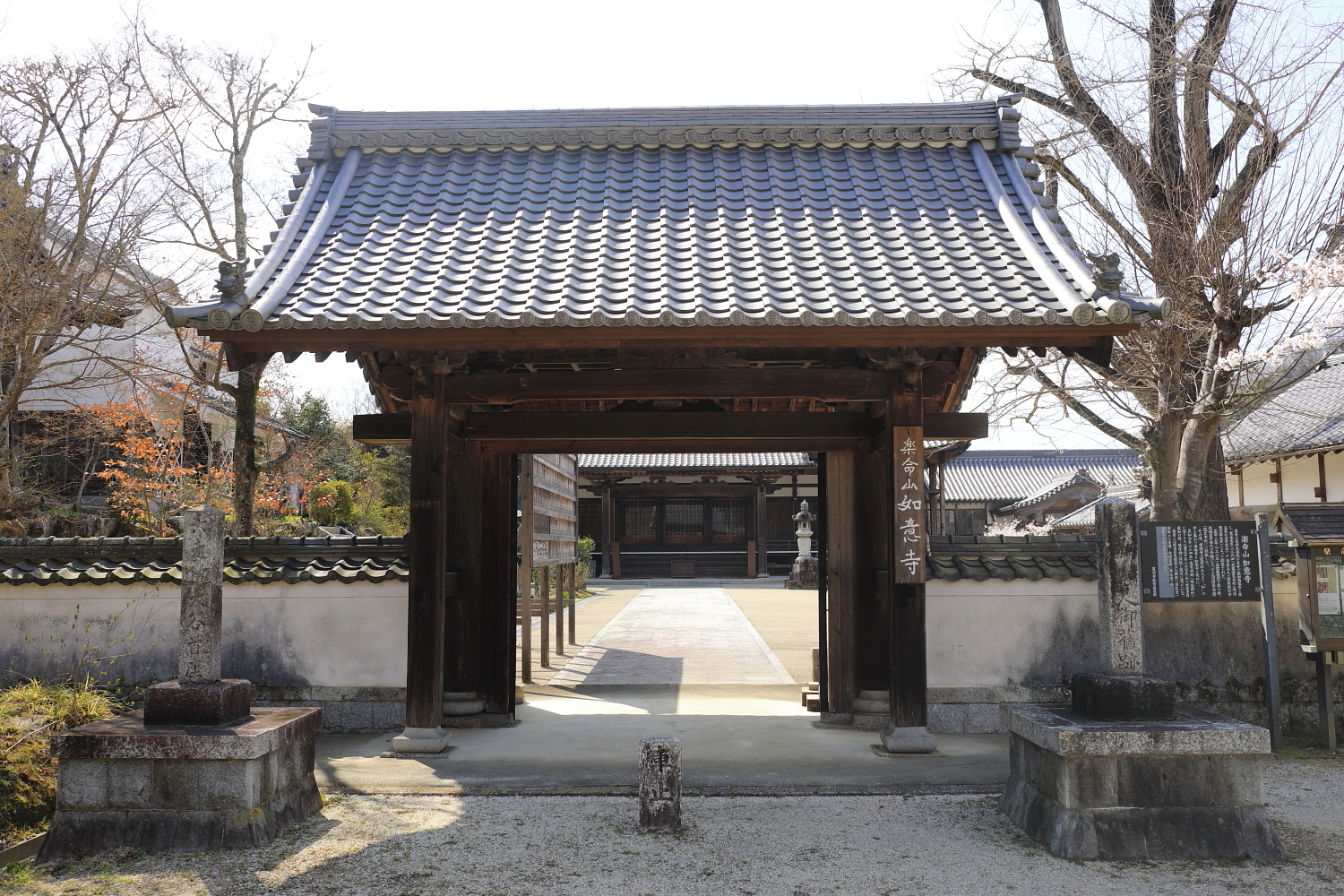
如意寺山門 （力石町、2019年（平成31年）4月）
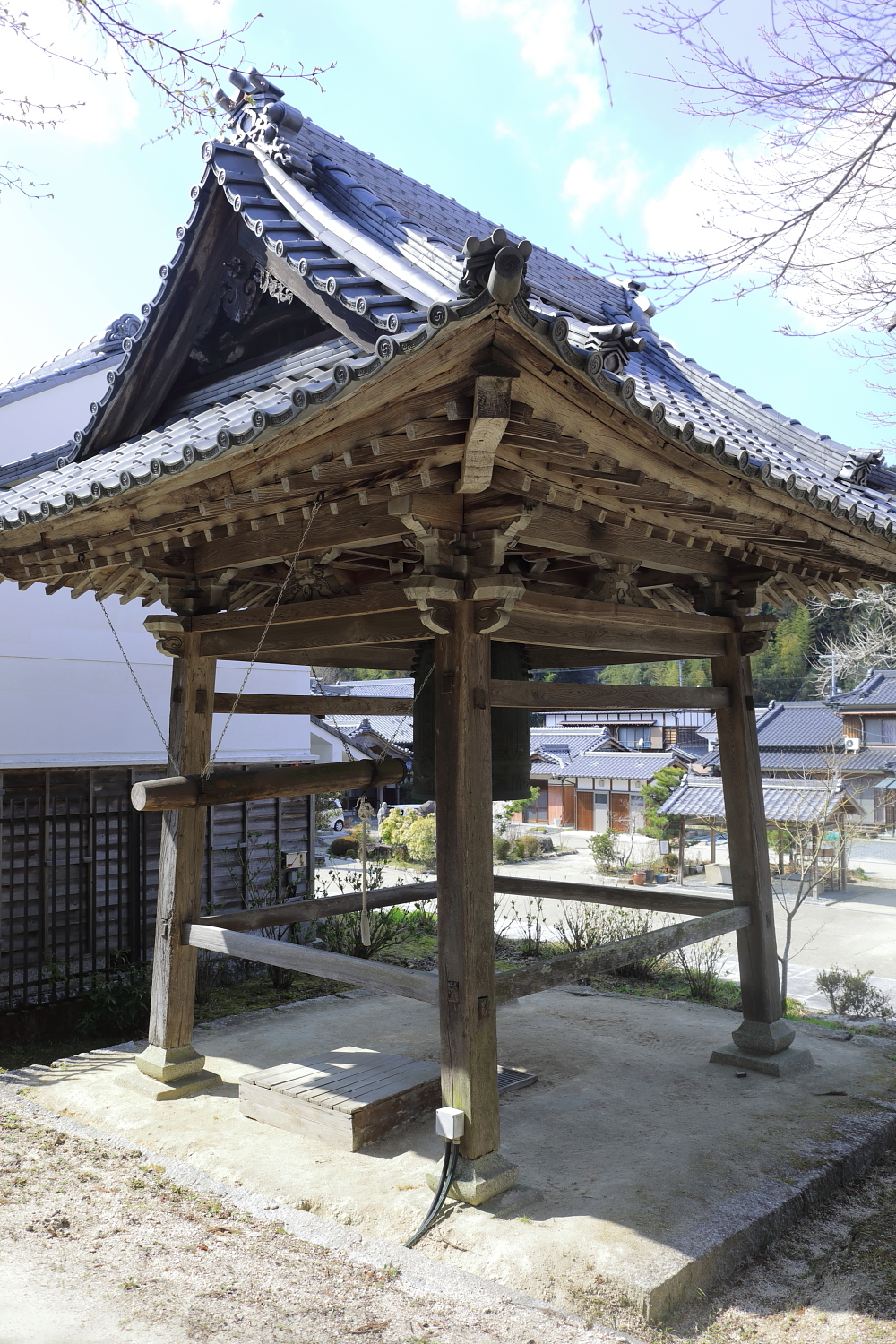
如意寺鐘楼 （力石町、2019年（平成31年）4月）
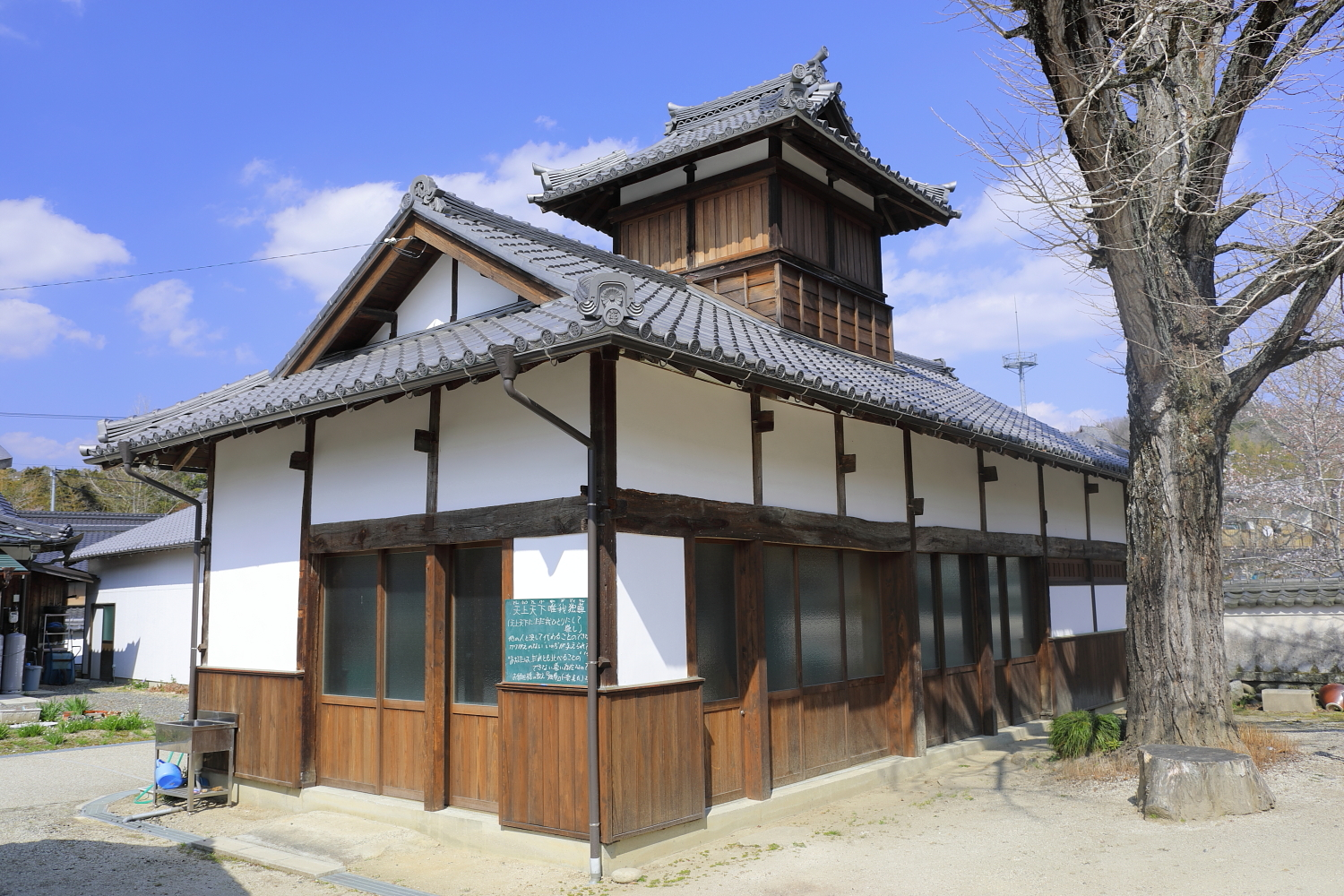
如意寺太鼓楼 （力石町、2019年（平成31年）4月）

重要伝統的建造物群保存地区
- 豊田市足助伝統的建造物群保存地区 - 2011年（平成23年）6月20日選定。

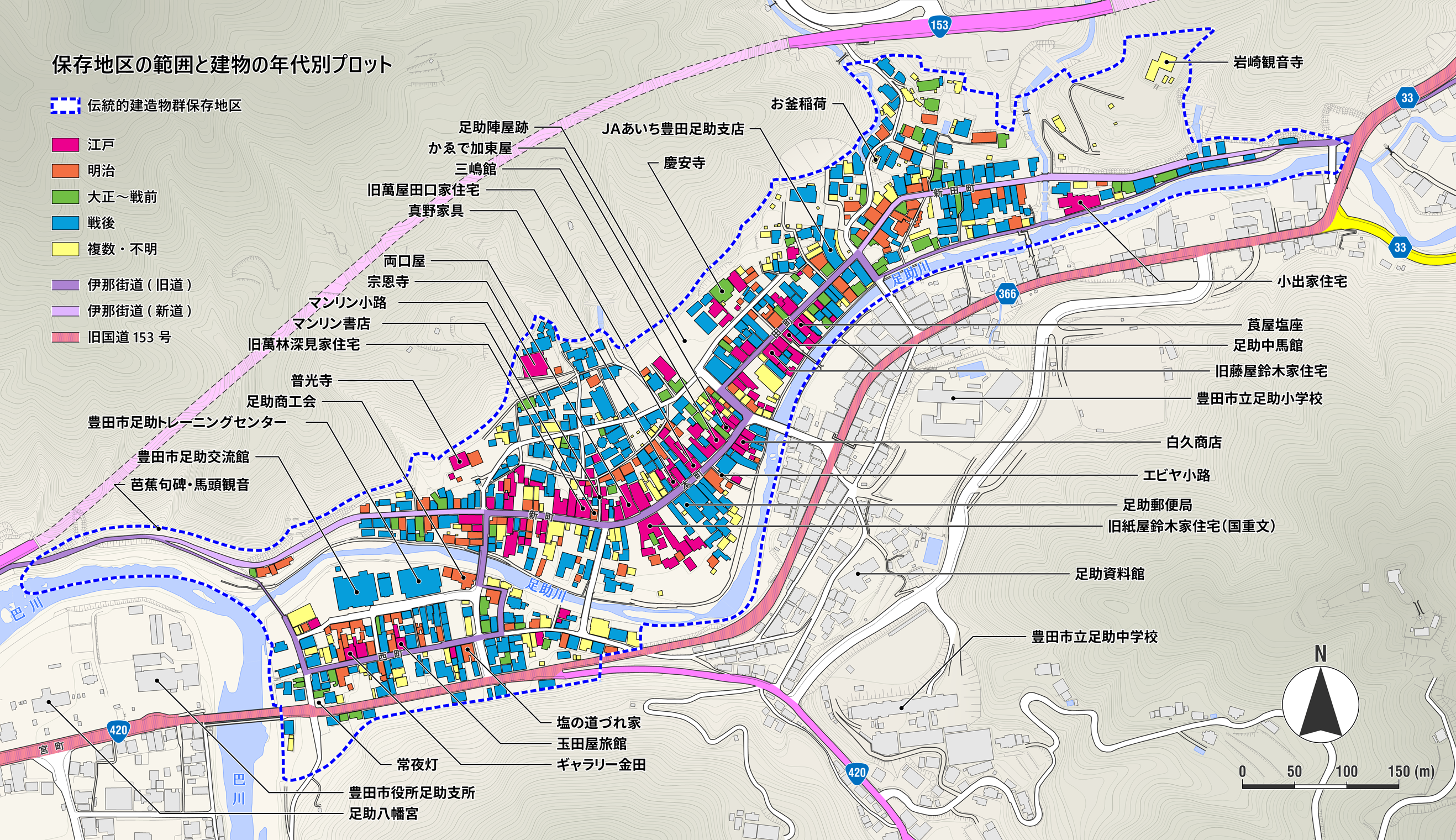
豊田市足助伝統的建造物群保存地区の範囲 （2019年（平成31年）2月現在）
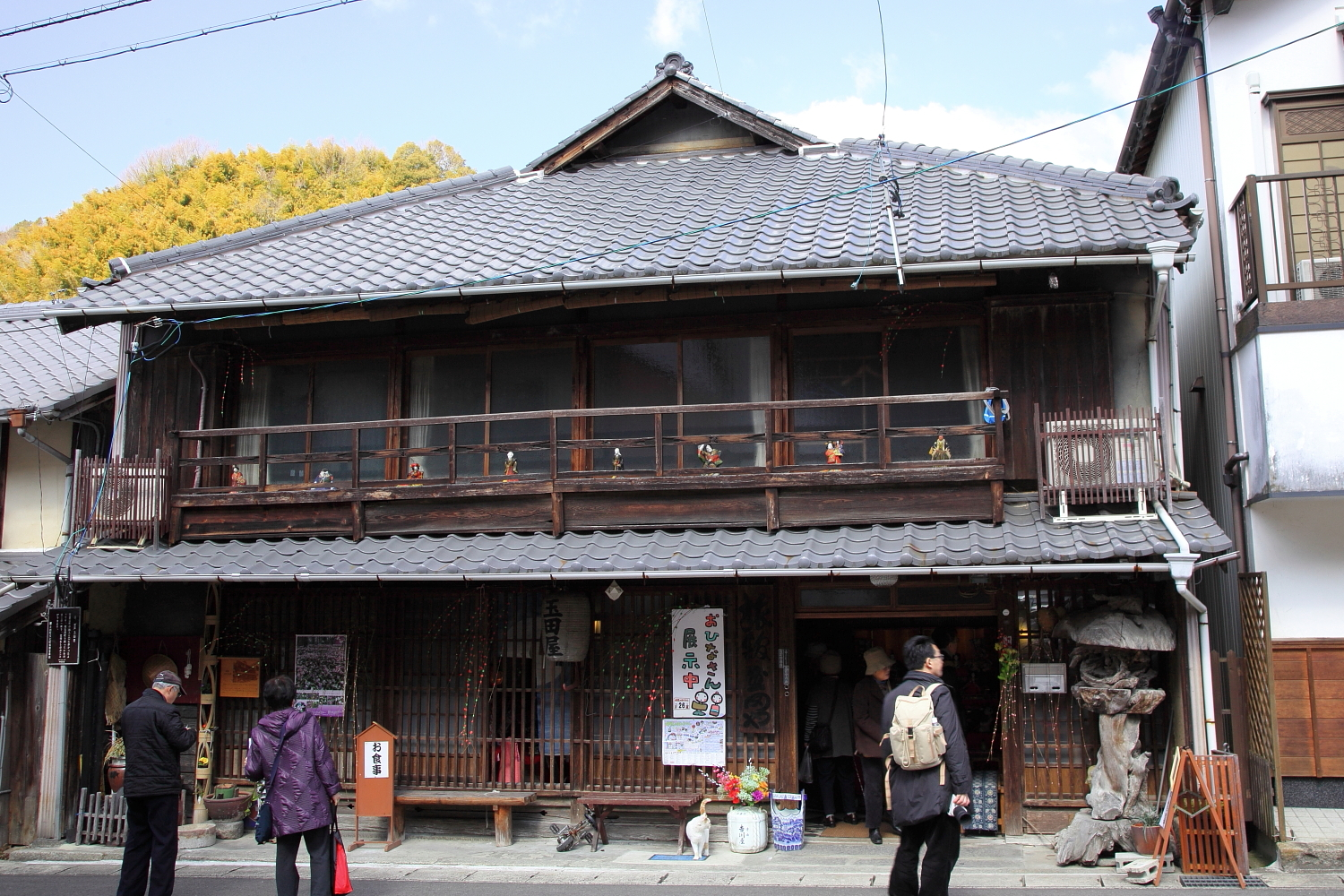
丸根家住宅（玉田屋旅館） （2012年（平成24年）3月）
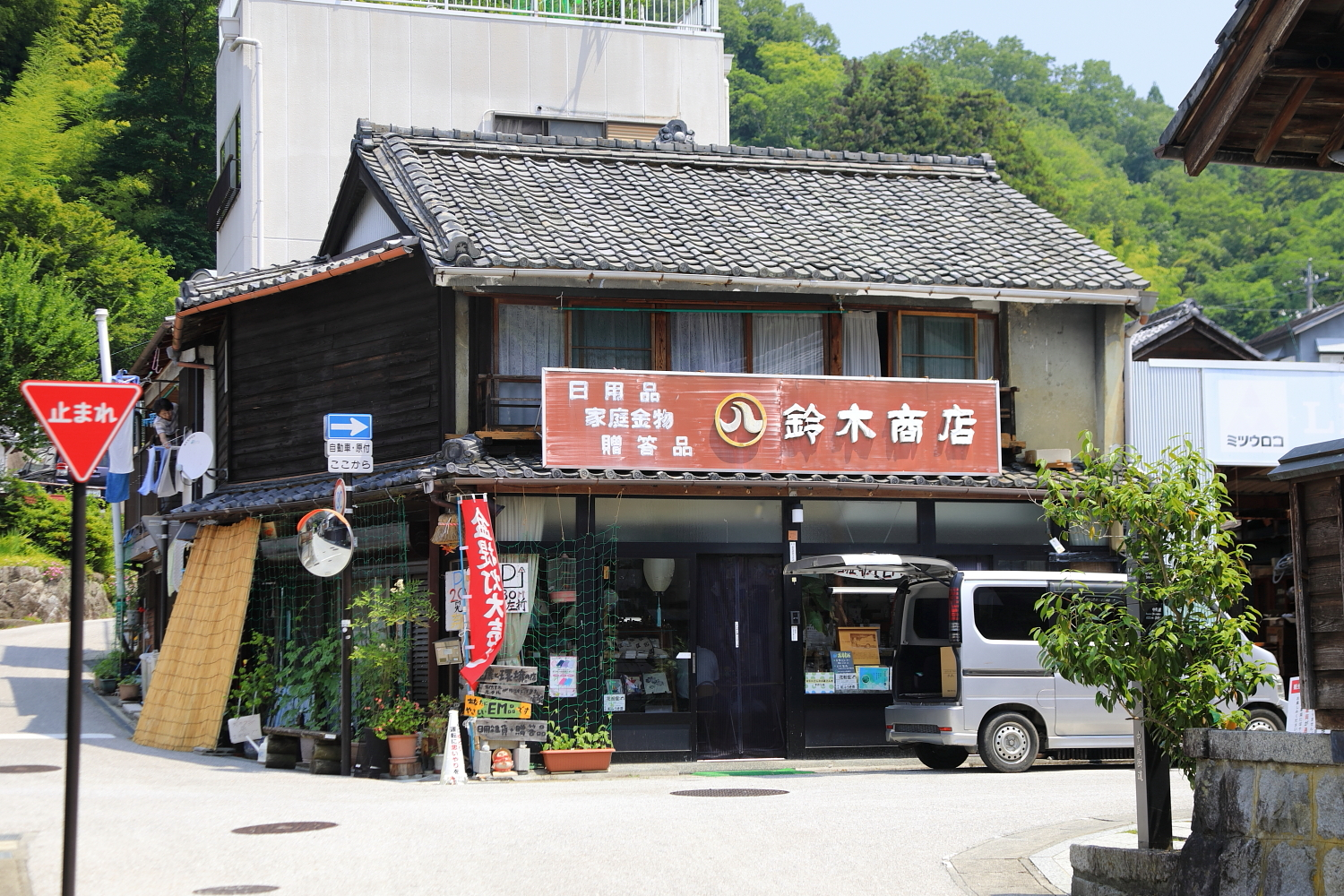
鈴木商店 （2019年（令和元年）6月）
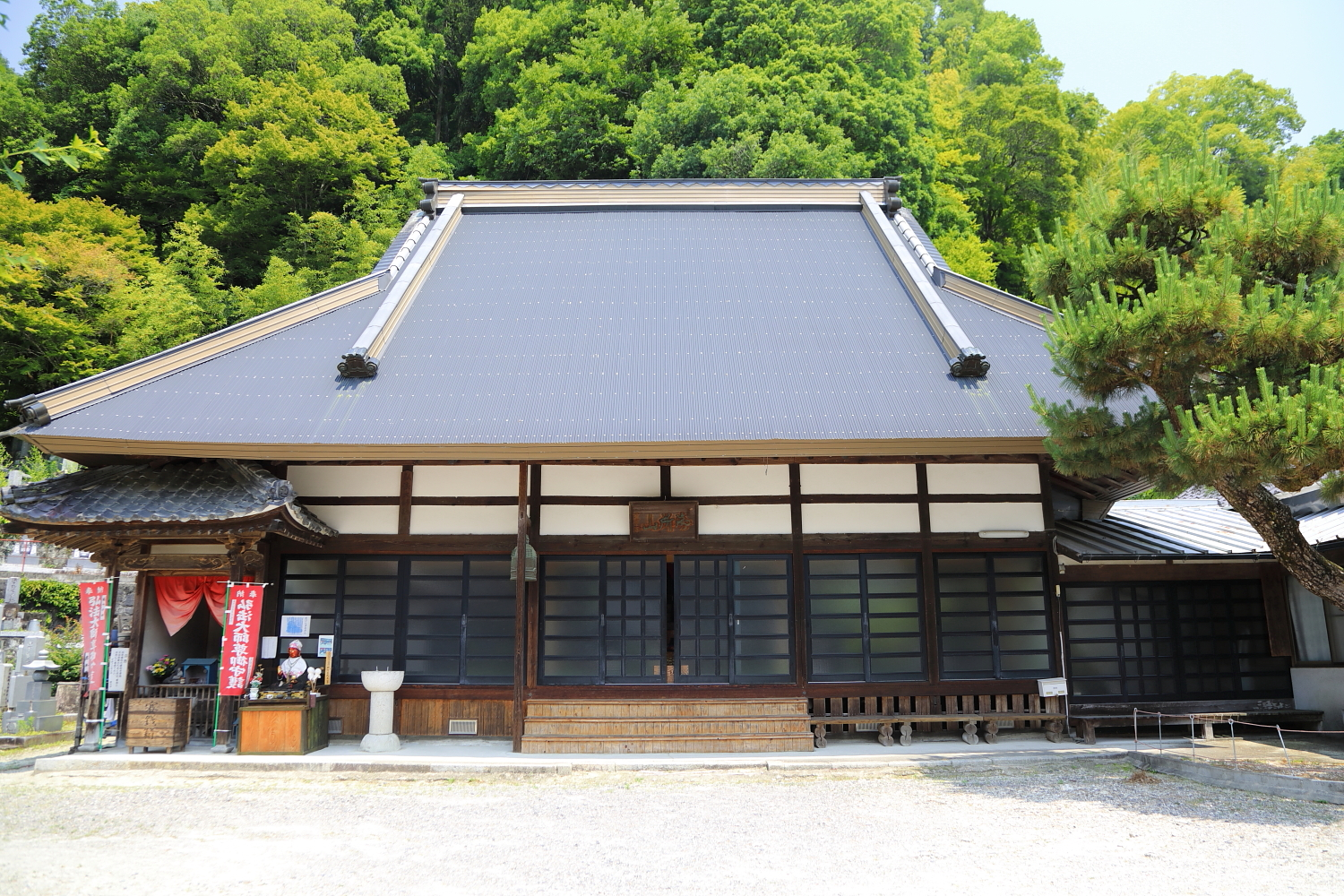
普光寺本堂 （2019年（令和元年）6月）
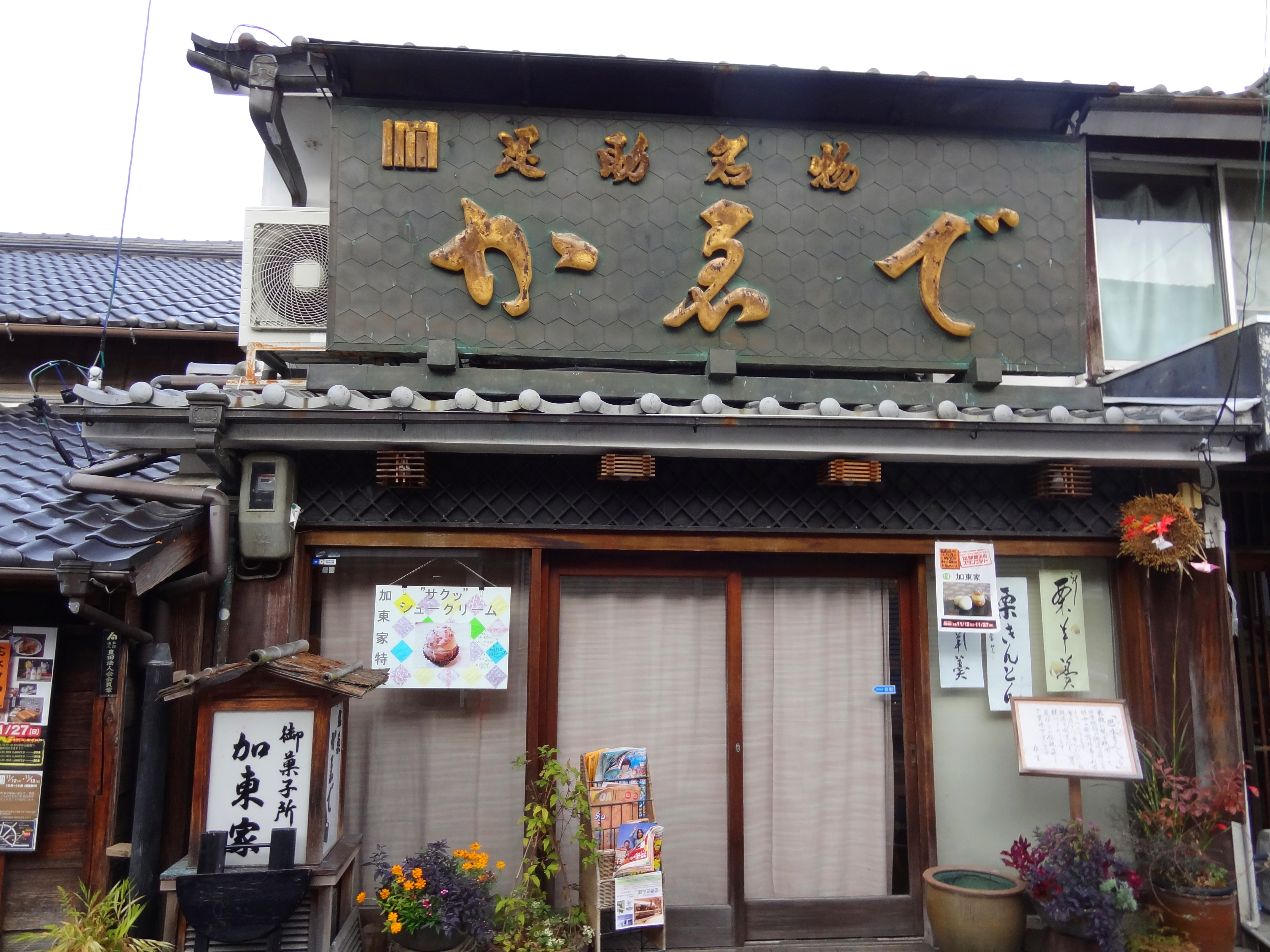
かゑで加東家 （2011年（平成23年）11月）
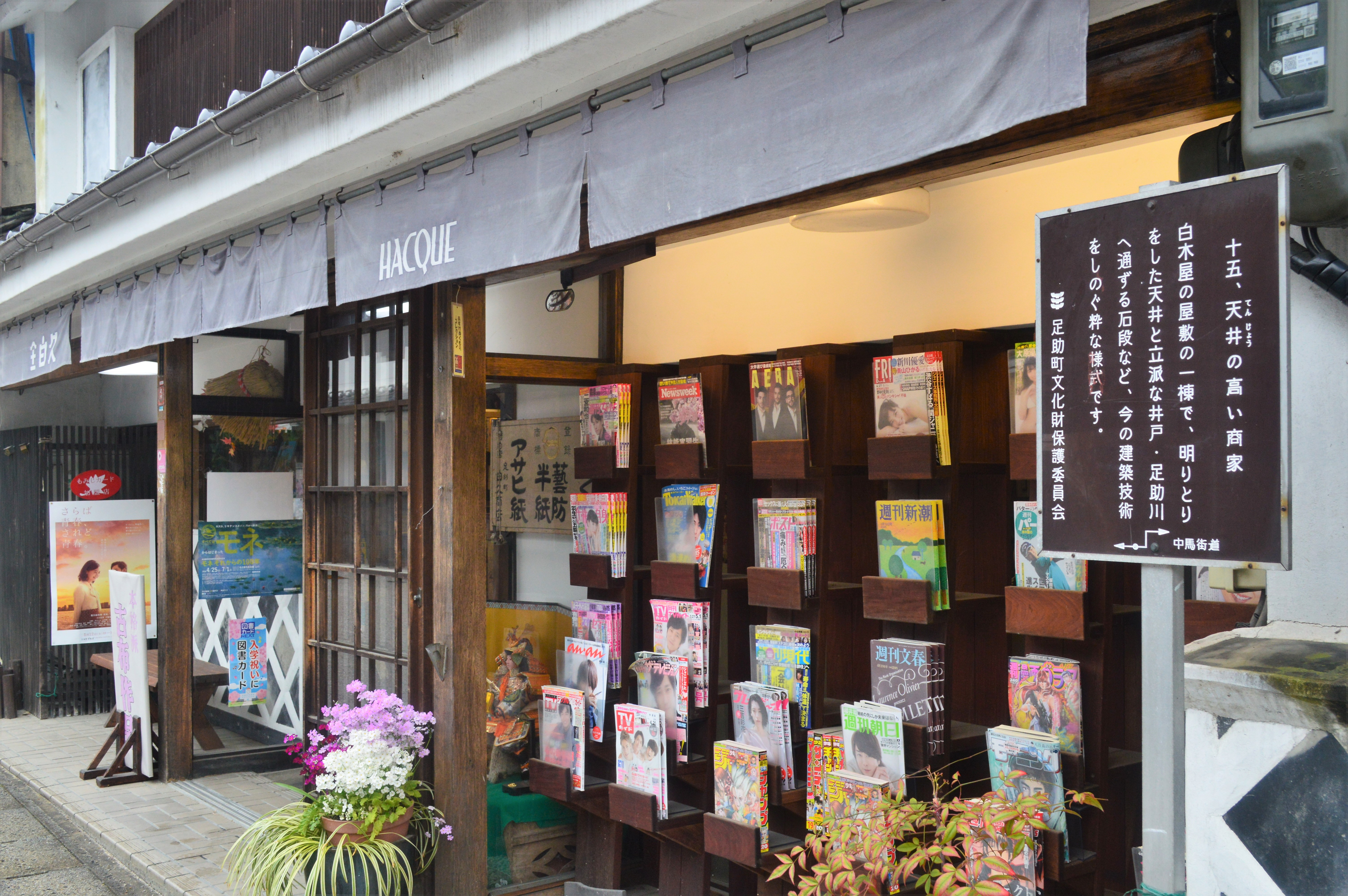
白久商店 （2018年（平成30年）7月）
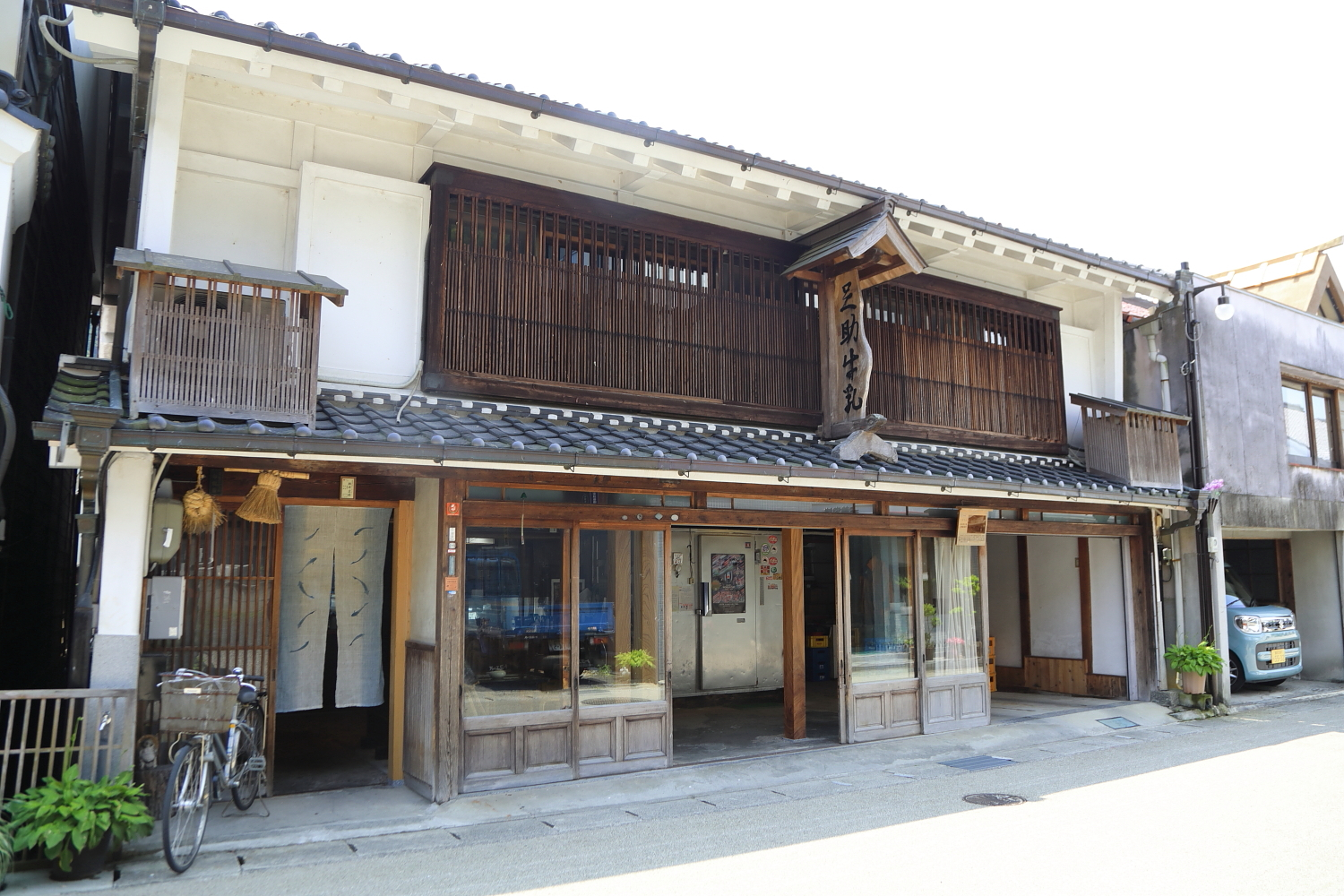
鈴木家住宅（藤屋） （2019年（令和元年）6月）
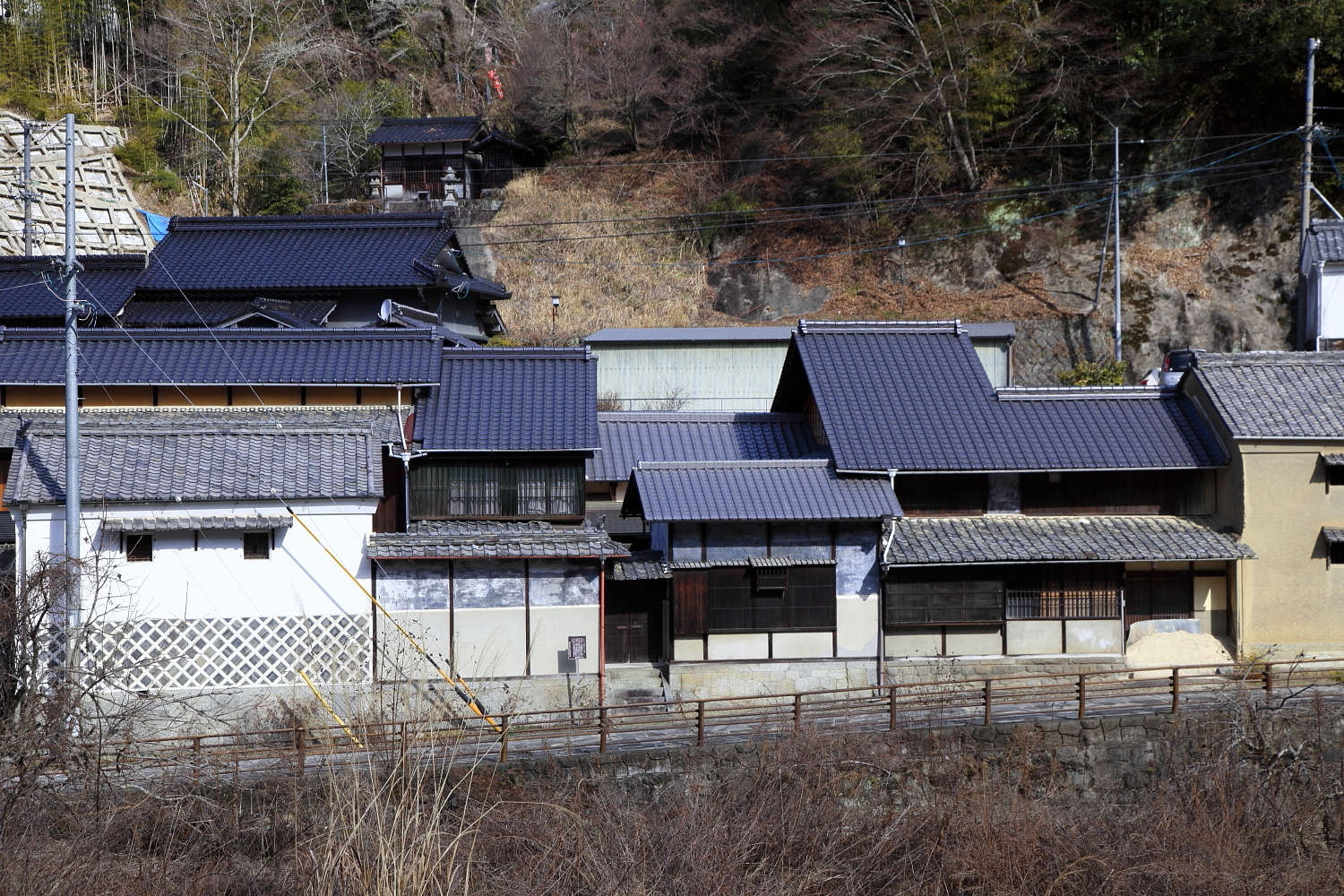
小出家住宅（ヤマサン） （2012年（平成24年）3月）

#### 絵画
重要文化財（国指定）
- 絹本著色仏涅槃図 - 室町時代中期、長興寺所有。
- 絹本著色親鸞上人絵伝 - 室町時代、如意寺所有。
- 絹本著色無為昭元像 - 鎌倉時代、長興寺所有。
- 紙本著色織田信長像 - 安土桃山時代、長興寺所有。

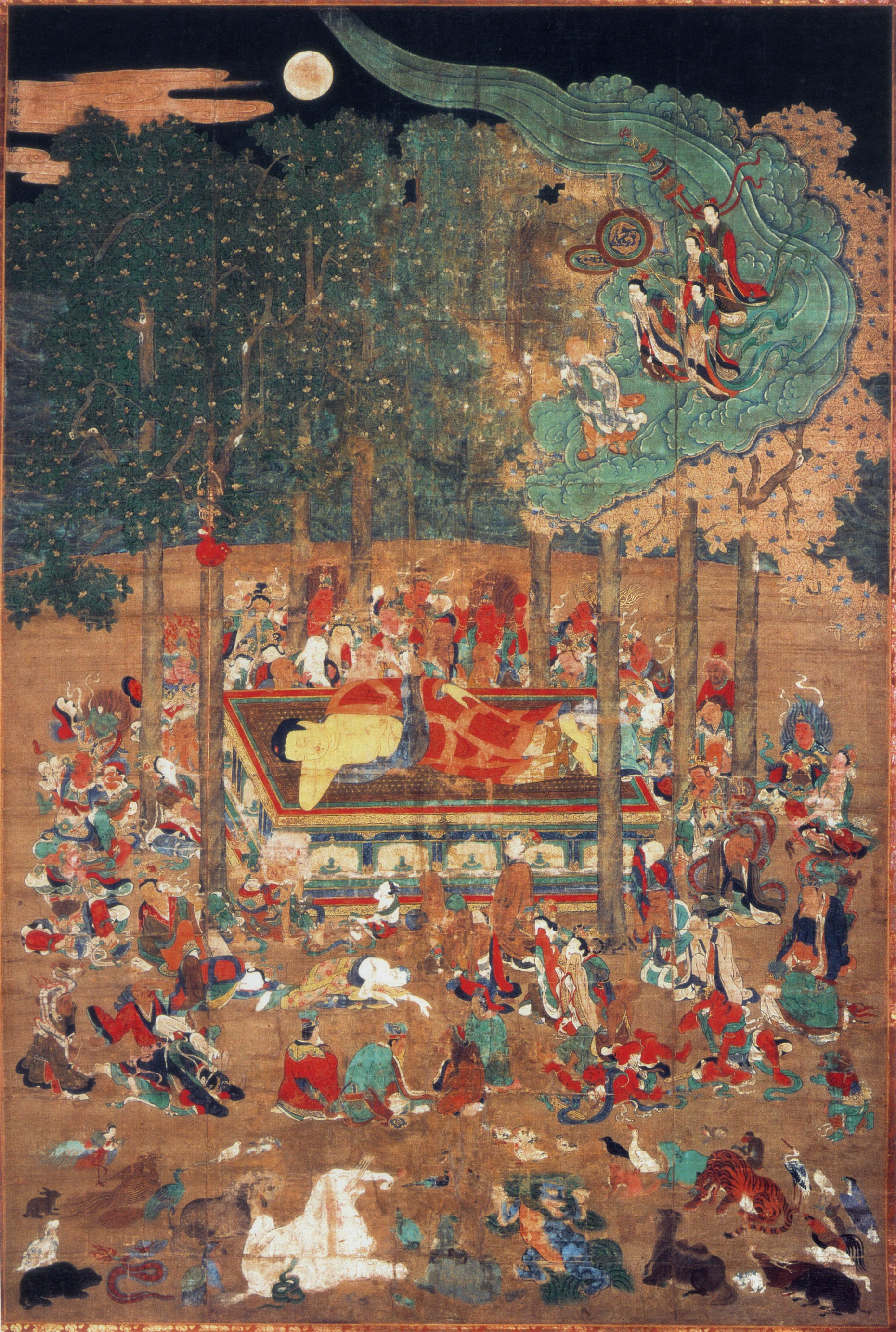
絹本著色仏涅槃図 （長興寺所蔵）
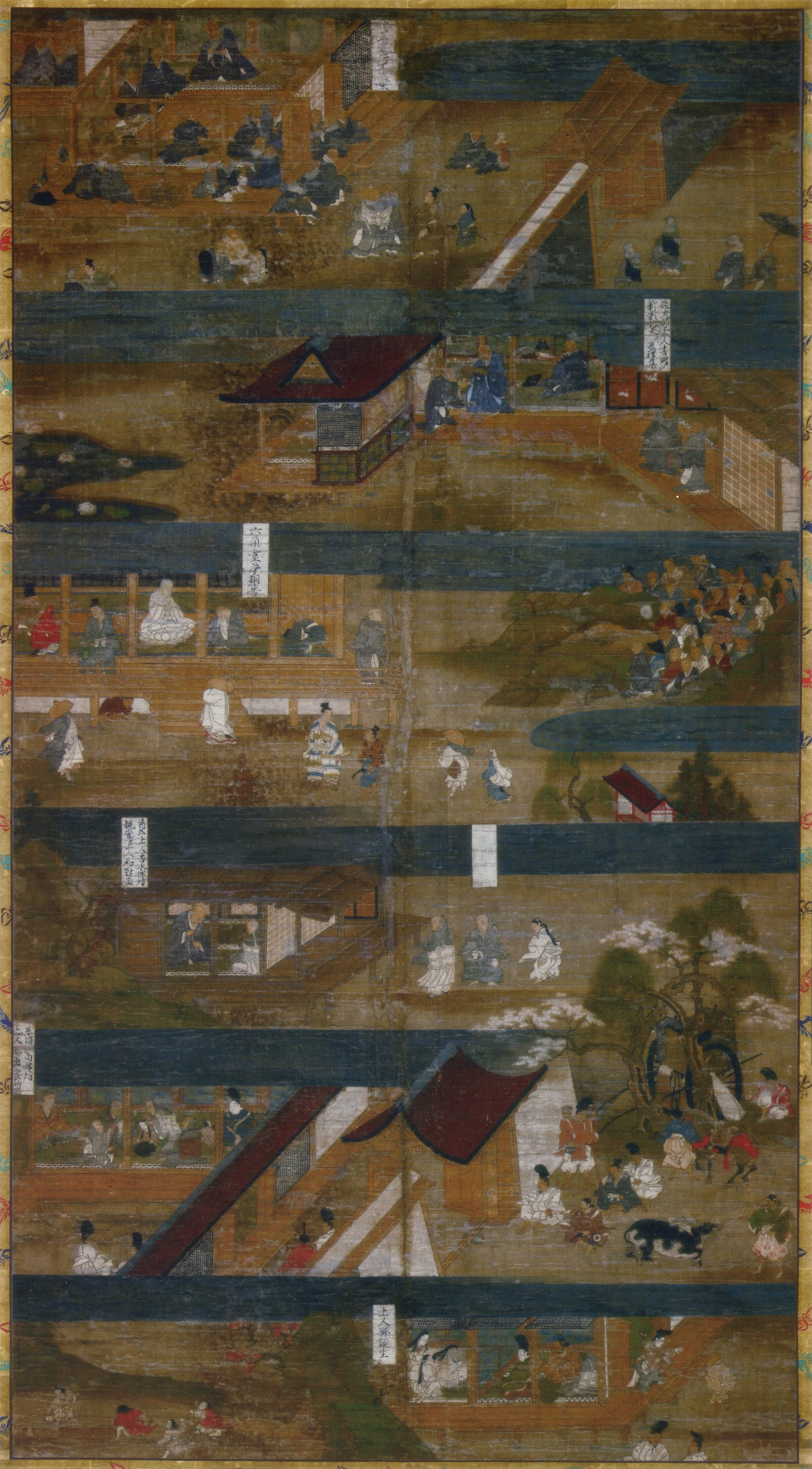
絹本著色親鸞上人絵伝（第1幅） （如意寺所蔵）
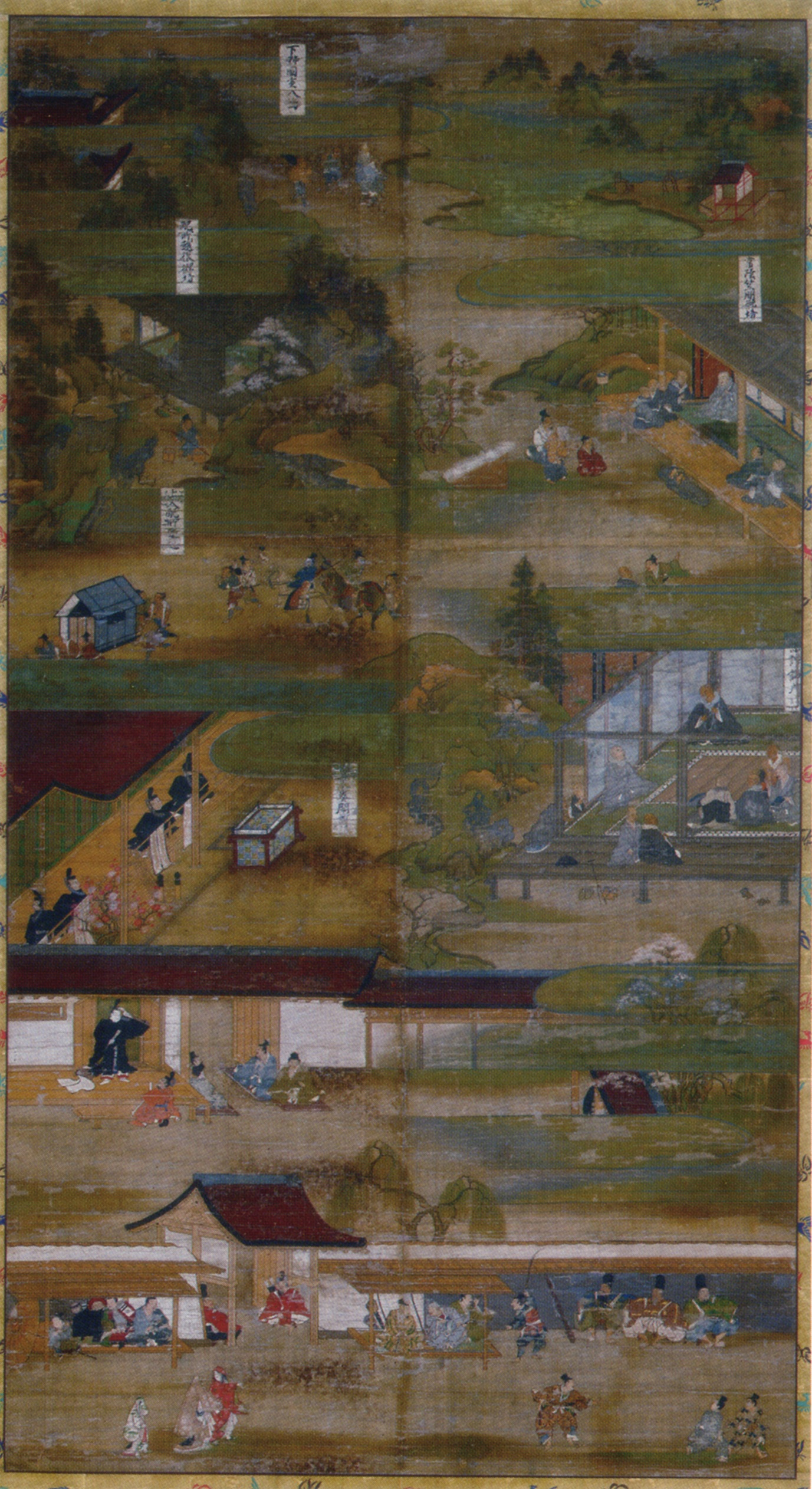
絹本著色親鸞上人絵伝（第2幅） （如意寺所蔵）
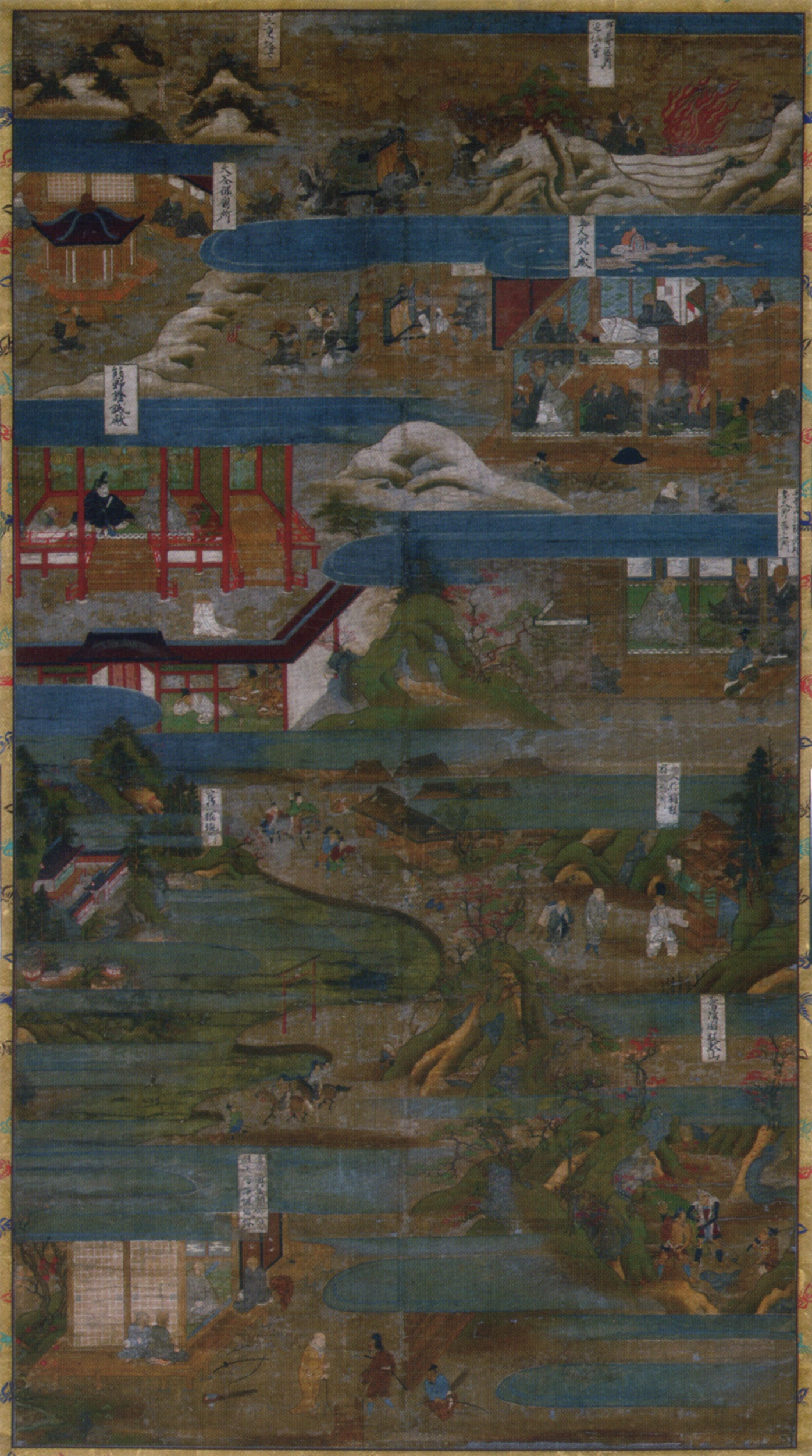
絹本著色親鸞上人絵伝（第3幅） （如意寺所蔵）
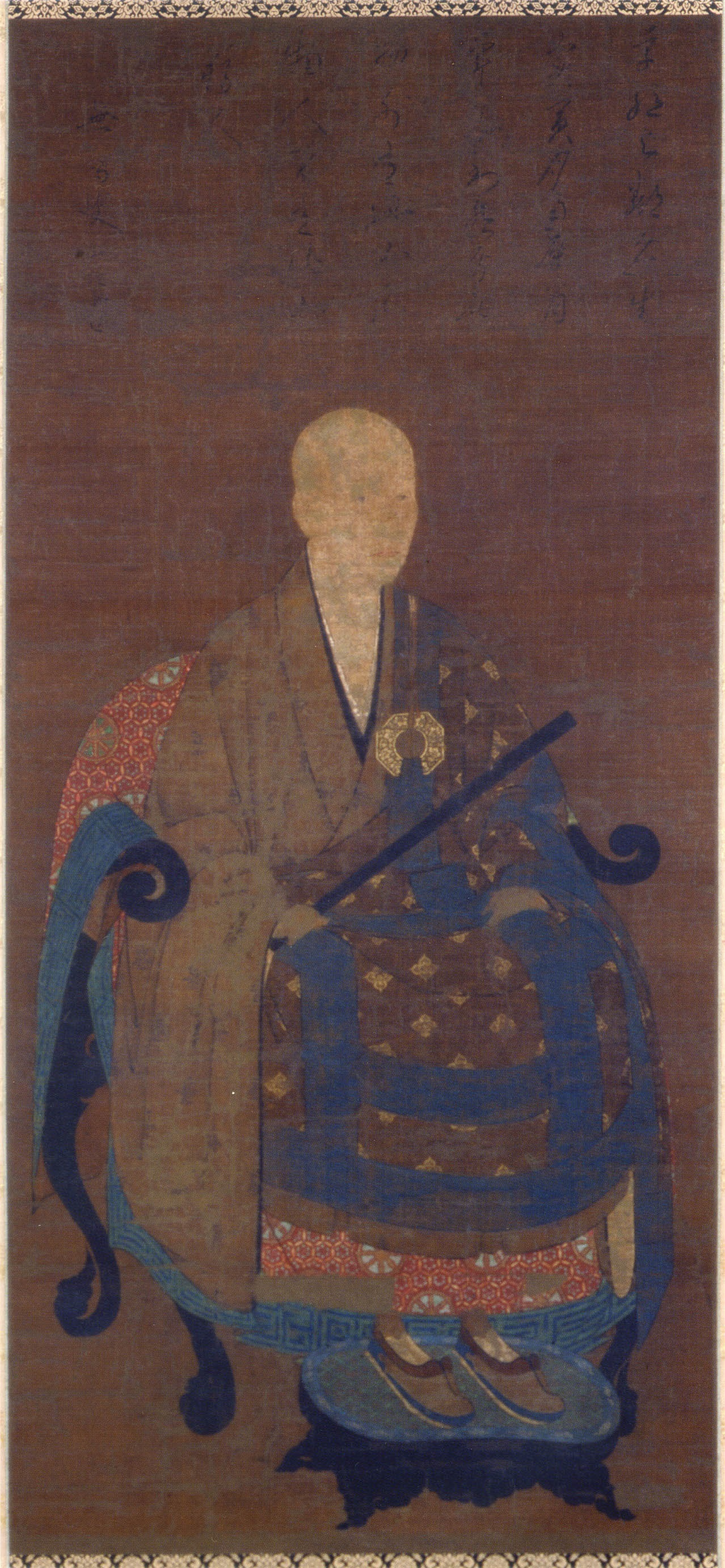
絹本著色無為昭元像 （長興寺所蔵）
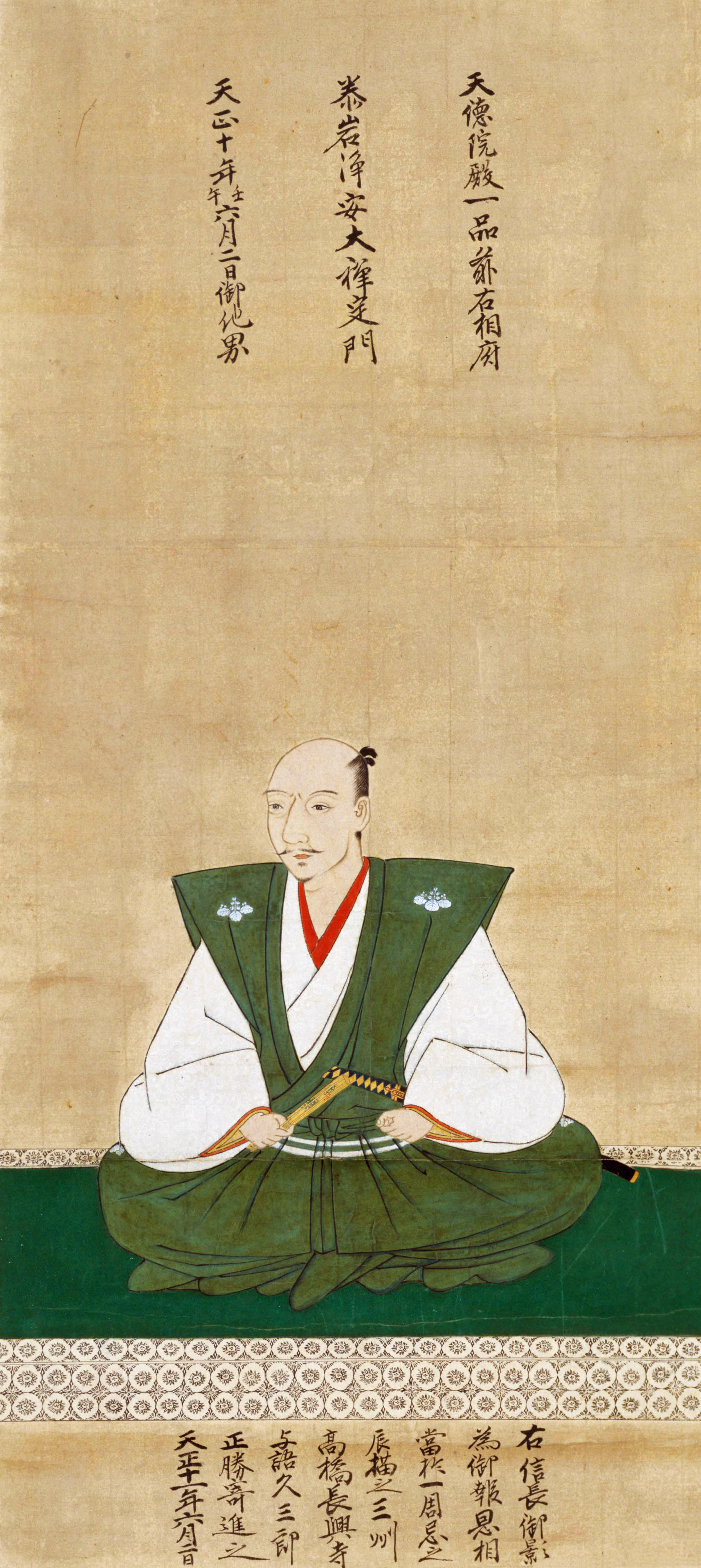
紙本著色織田信長像 （長興寺所蔵）

県指定有形文化財
- 絹本著色補陀観音像 - 室町時代初期、長興寺所有。
- 絹本墨画三十三観音像 - 室町時代初期、長興寺所有。
- 絹本著色観経曼荼羅 - 元朝末期、隣松寺所有（ただし2001年（平成13年）以降所在不明）。
- 絹本著色太陽禅師像 - 室町時代、長興寺所有。
- 絹本著色渡辺半蔵守綱像 - 江戸時代初期、守綱寺所有、豊田市郷土資料館保管。
- 扁額鉄砲的打図板額 - 江戸時代初期、足助八幡宮所有。

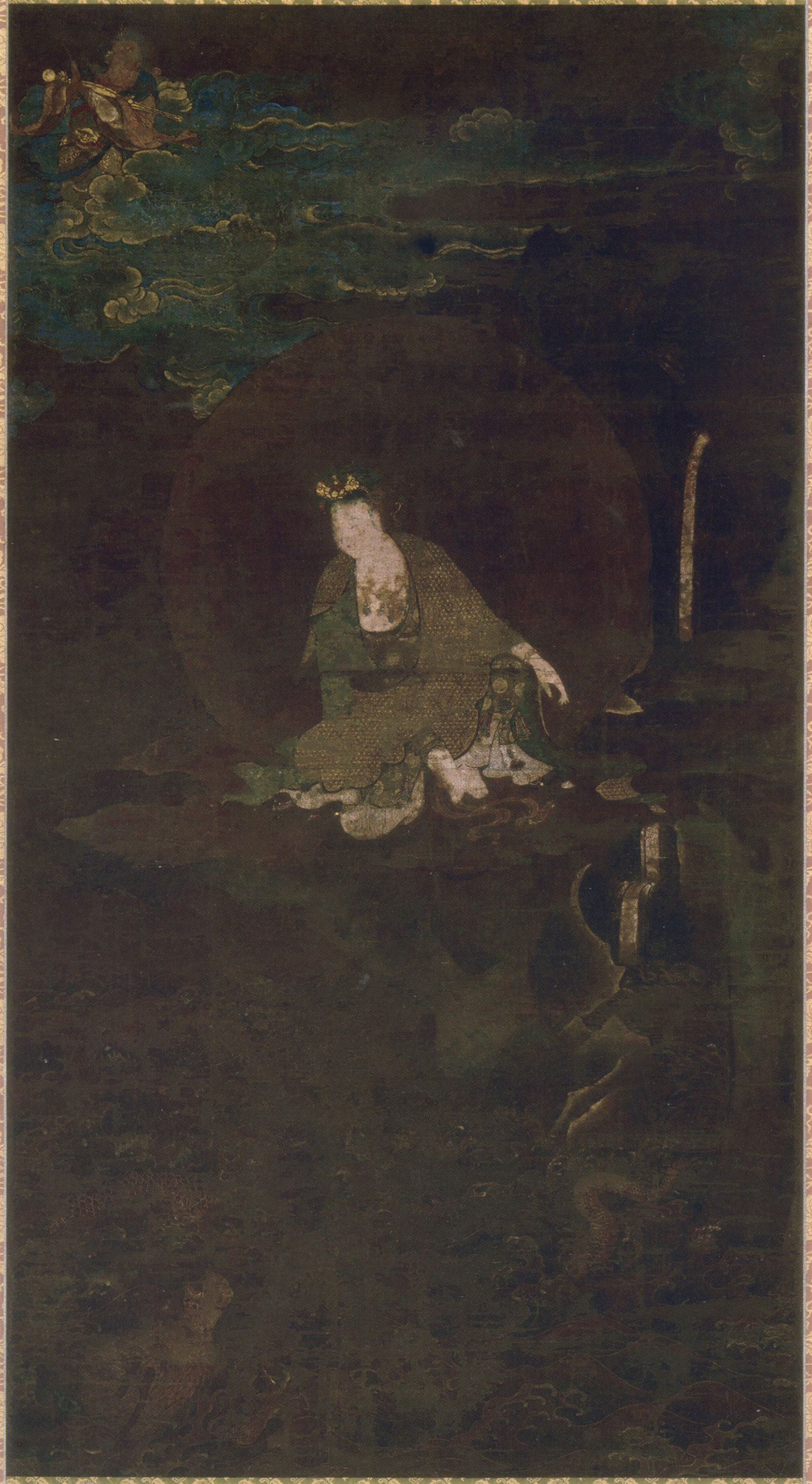
『絹本著色補陀観音像』 （長興寺所有）
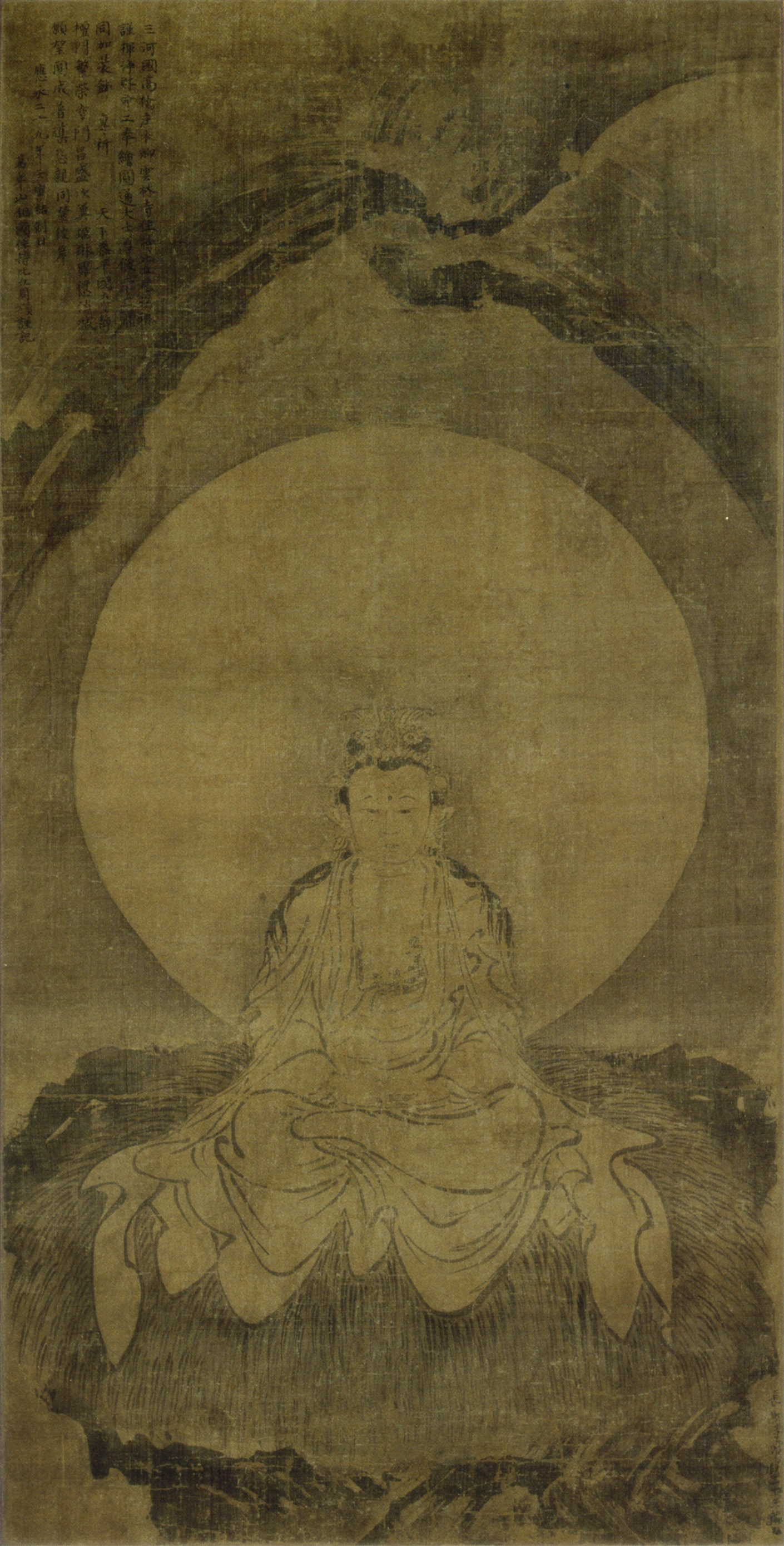
『絹本墨画三十三観音像』（中央幅） （長興寺所有）
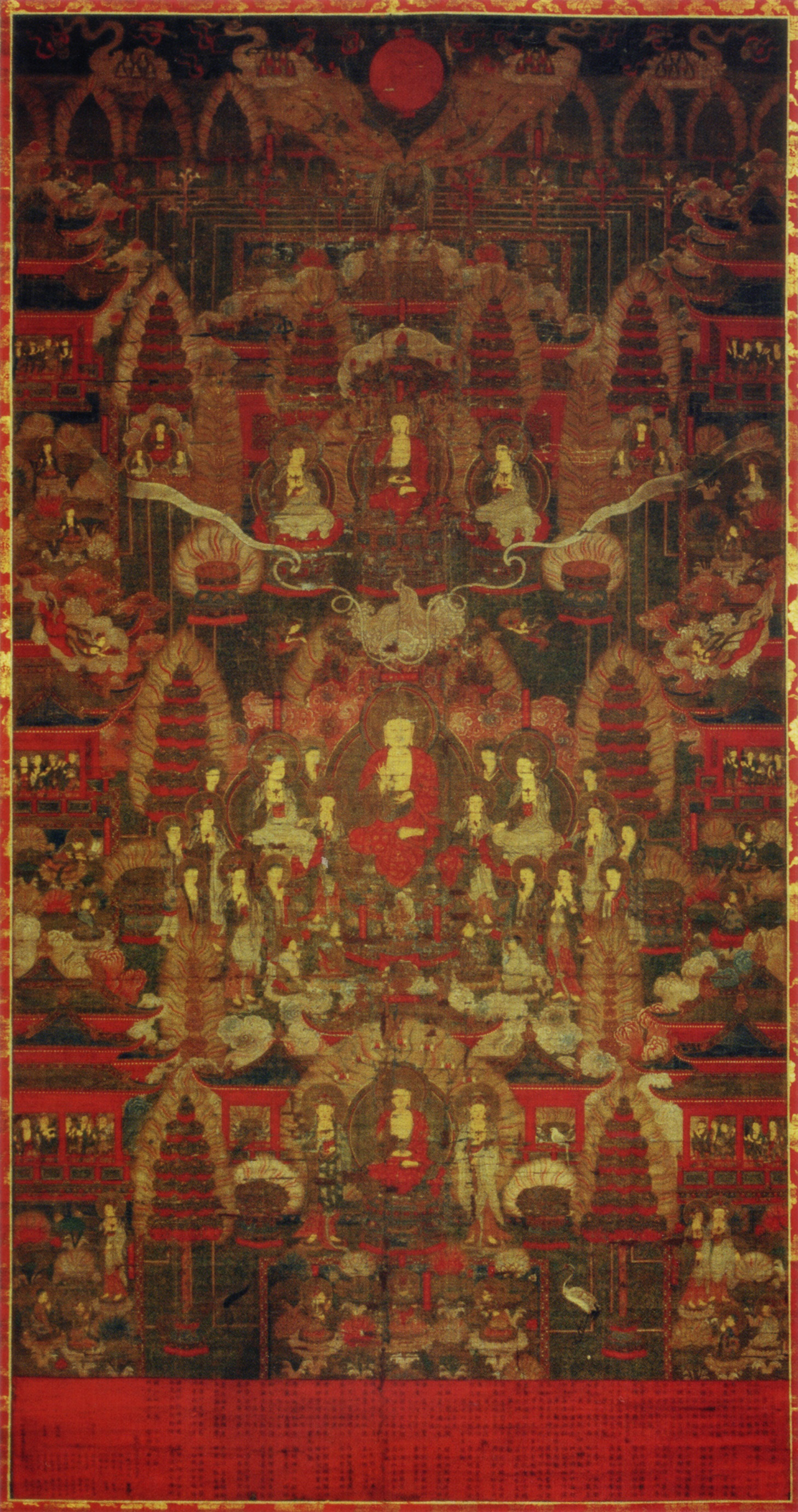
『絹本著色観経曼荼羅』 （隣松寺所有）
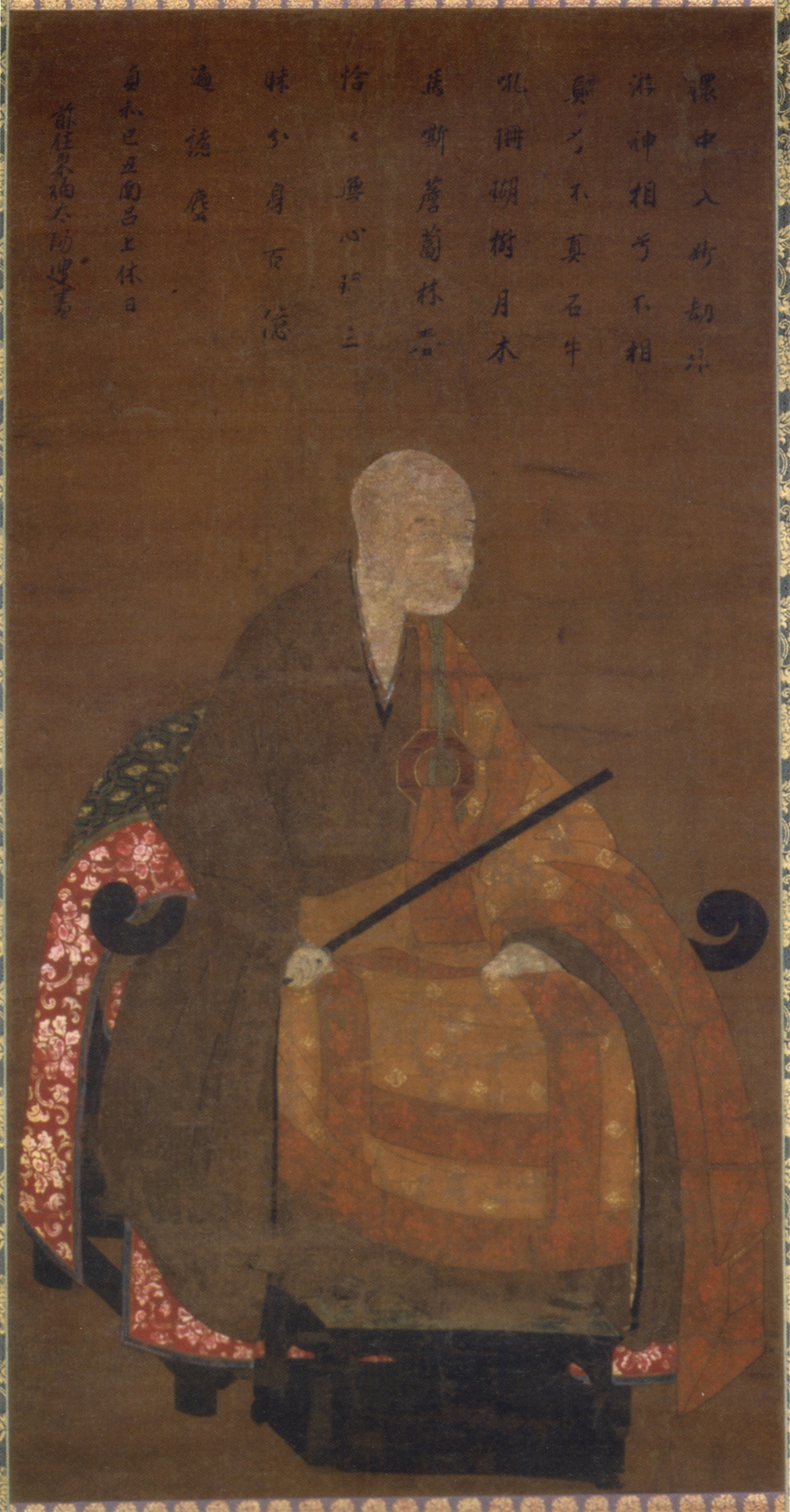
『絹本著色太陽禅師像』 （長興寺所有）
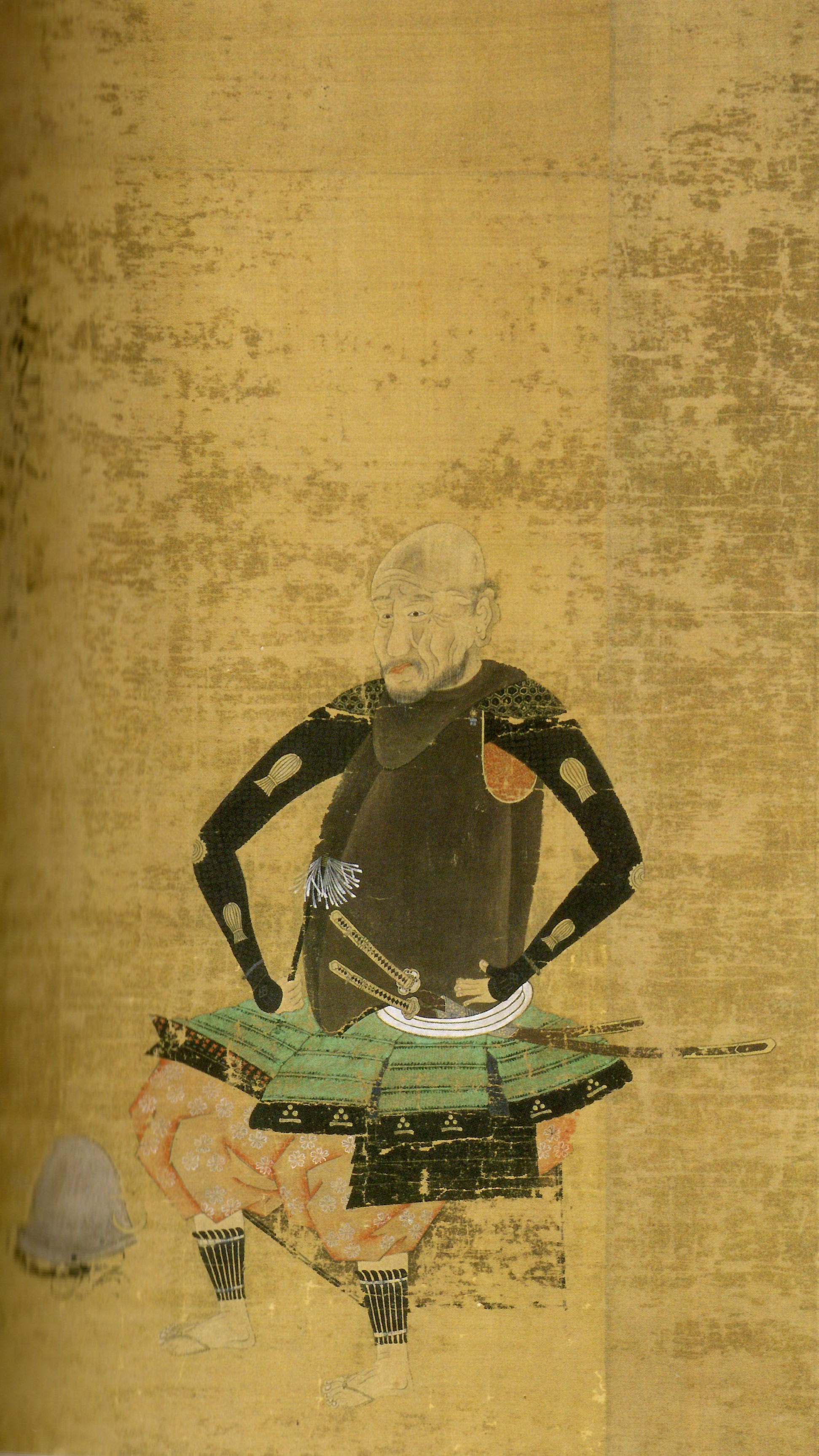
『絹本著色渡辺半蔵守綱像』 （守綱寺所蔵）
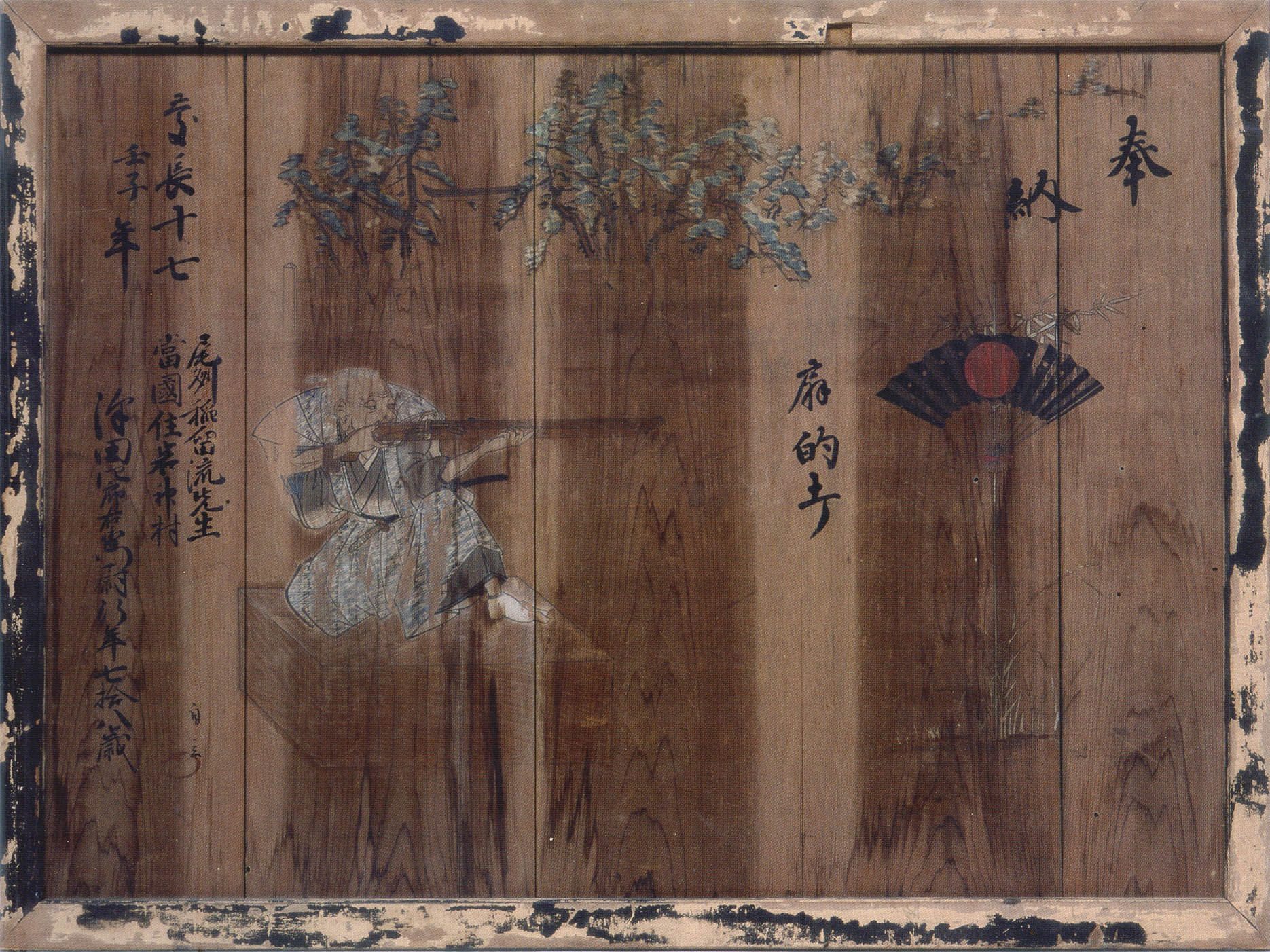
『扁額鉄砲的打図板額』 （足助八幡宮所有）

市指定有形文化財
- 絹本墨絵釈迦像 - 室町時代、長興寺所有。
- 絹本著色阿弥陀二十五菩薩来迎図 - 室町時代末期、隣松寺所有（ただし2001年（平成13年）以降所在不明）。
- 絹本著色山越阿弥陀図 - 室町時代末期、隣松寺所有（ただし2001年（平成13年）以降所在不明）。
- 絹本著色千体地蔵尊図 - 室町時代末期、隣松寺所有（ただし2001年（平成13年）以降所在不明）。
- 絹本著色不動尊像 - 室町時代、長興寺所有。
- 紙本著色多聞天像 - 室町時代、長興寺所有。
- 弁財天の図 - 室町時代、高月院所有。
- 絹本著色聖徳太子画像 - 室町時代初期、皆福寺所有、豊田市郷土資料館保管。
- 渡辺家歴代画像 - 江戸時代、守綱寺所有、豊田市郷土資料館保管
- 七州城図及び図説 - 明治時代、豊田市郷土資料館所有
- 長篠・長久手合戦図屏風 - 江戸時代後期、豊田市郷土資料館所有
- 絹本着色方便法身尊像 - 室町時代中期、願永寺所有
- 足助八幡宮絵馬 - 江戸時代、足助八幡宮所有
- 僧風外作品群 - 江戸時代後期、香積寺所有、豊田市郷土資料館保管
- 絹本着色方便法身尊像 - 室町時代、楽圓寺所有

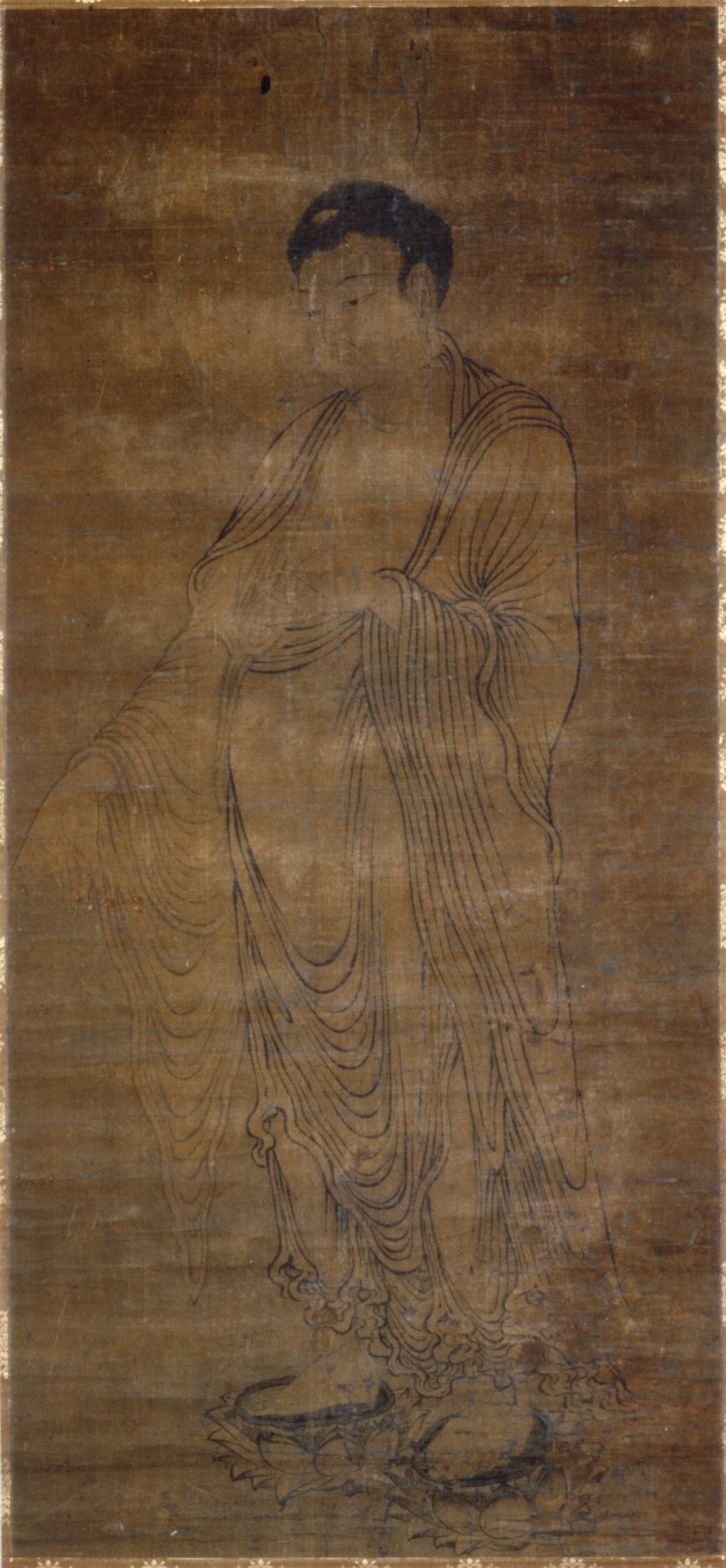
『絹本墨絵釈迦像』 （長興寺所有）
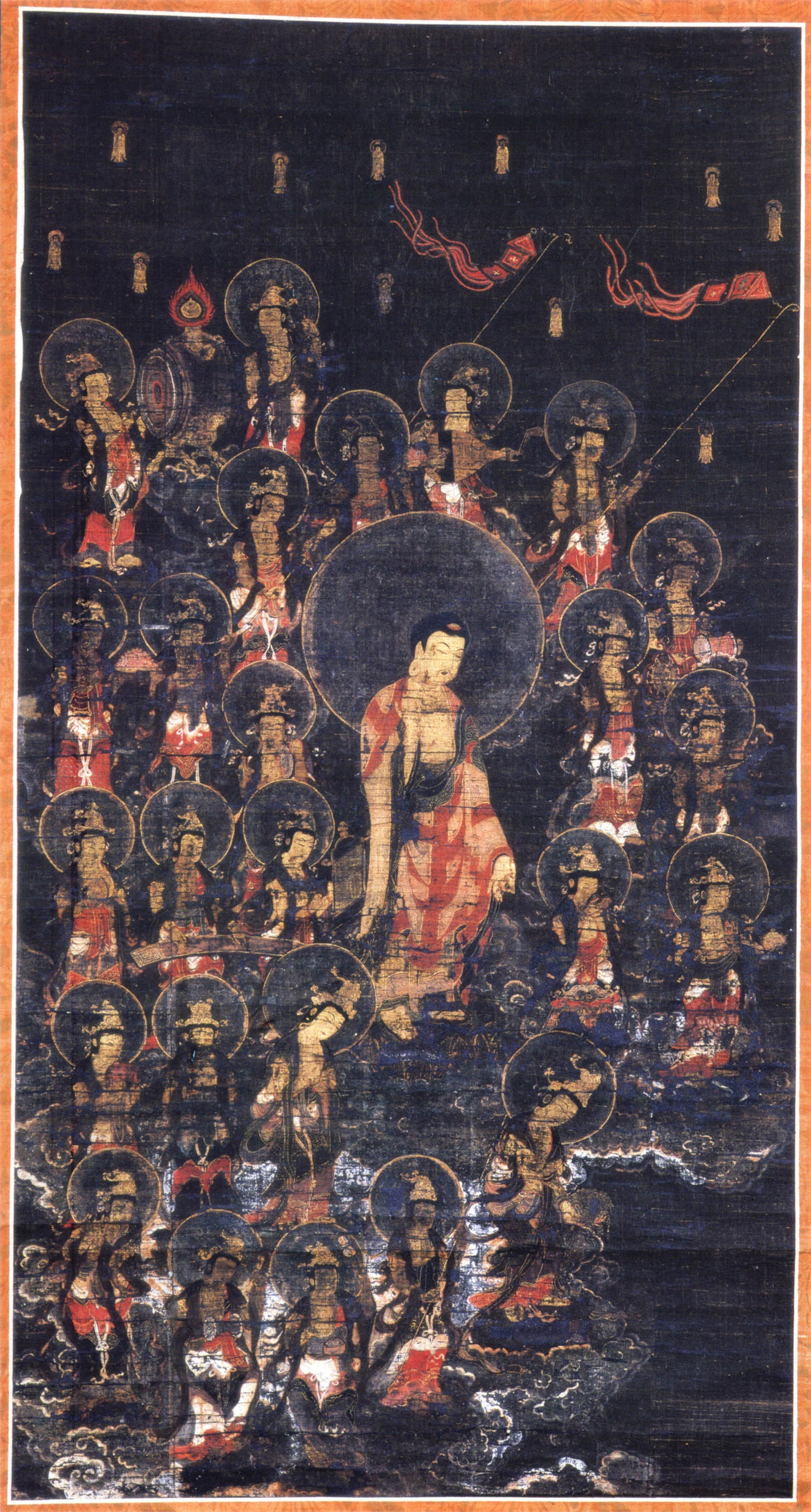
『絹本著色阿弥陀二十五菩薩来迎図』 （隣松寺所有）
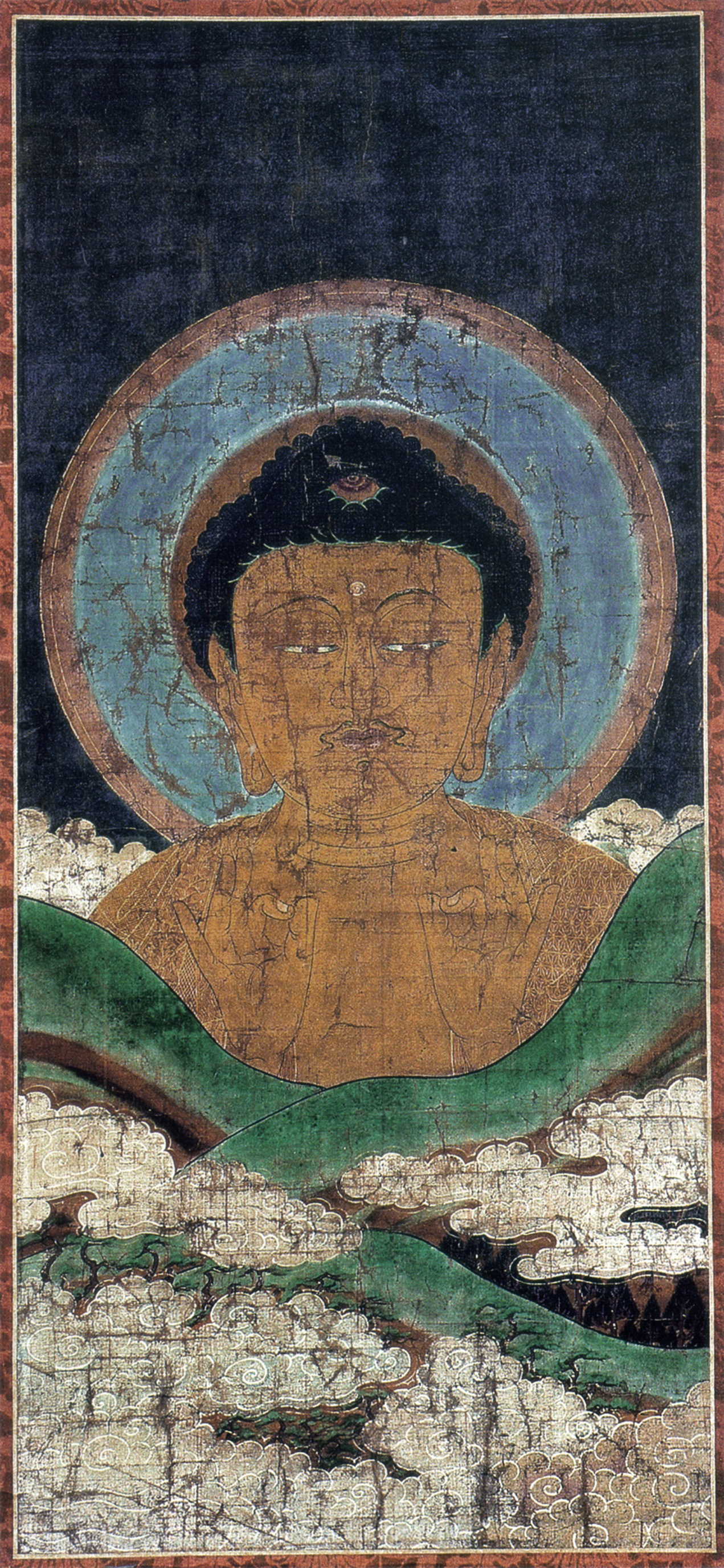
『絹本著色山越阿弥陀図』 （隣松寺所有）
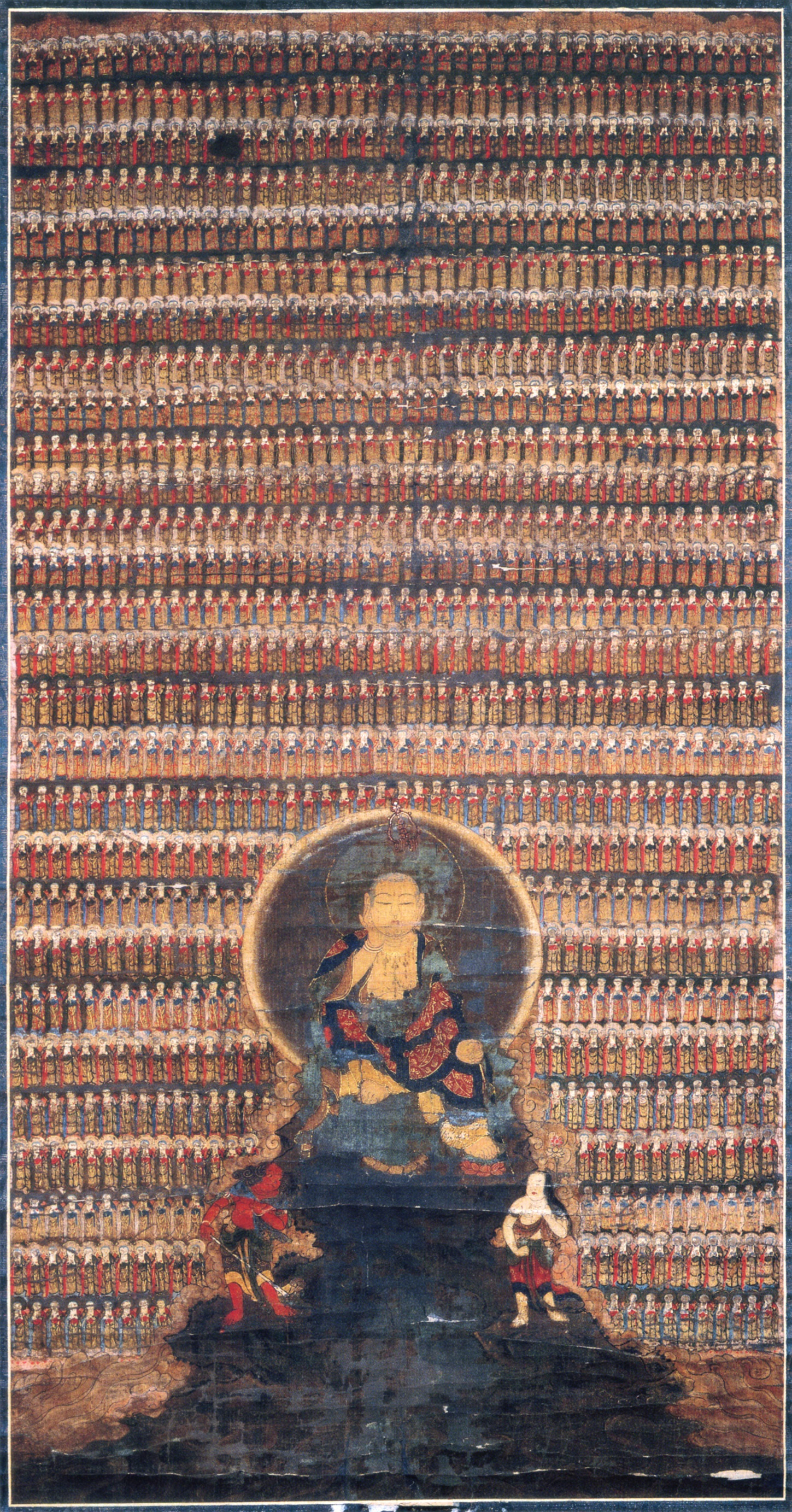
『絹本著色千体地蔵尊図』 （隣松寺所有）
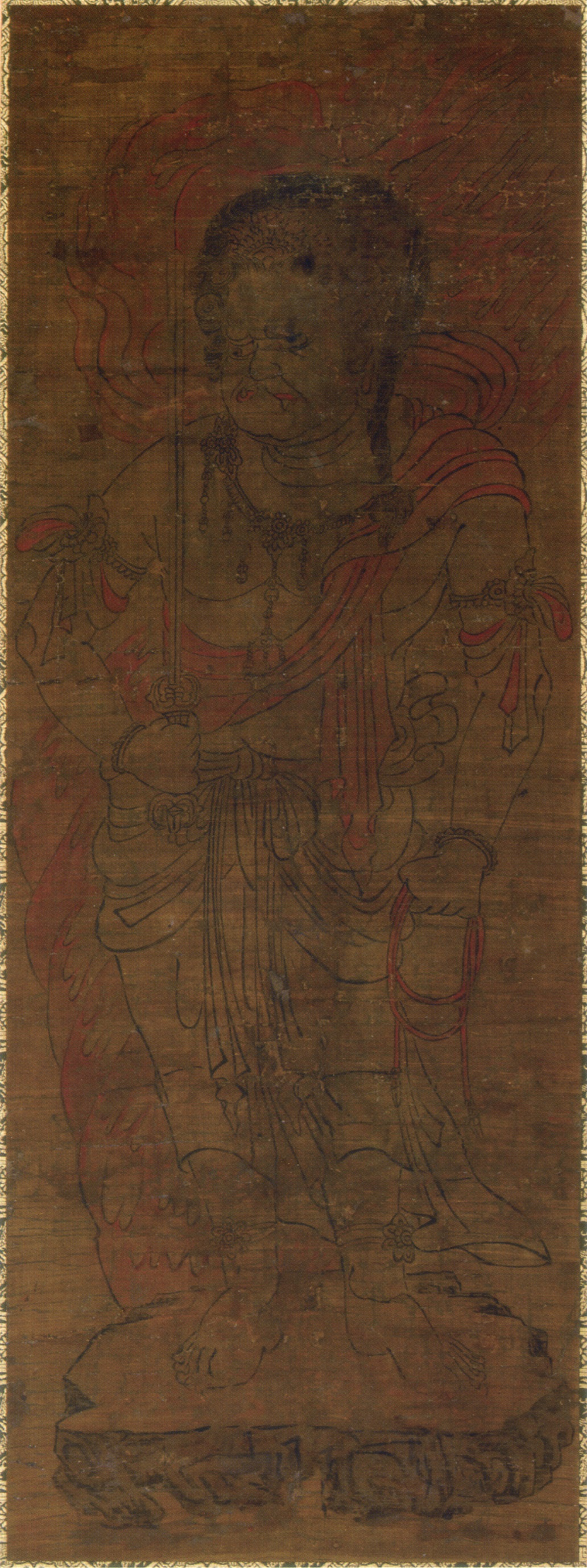
『絹本著色不動尊像』 （長興寺所有）
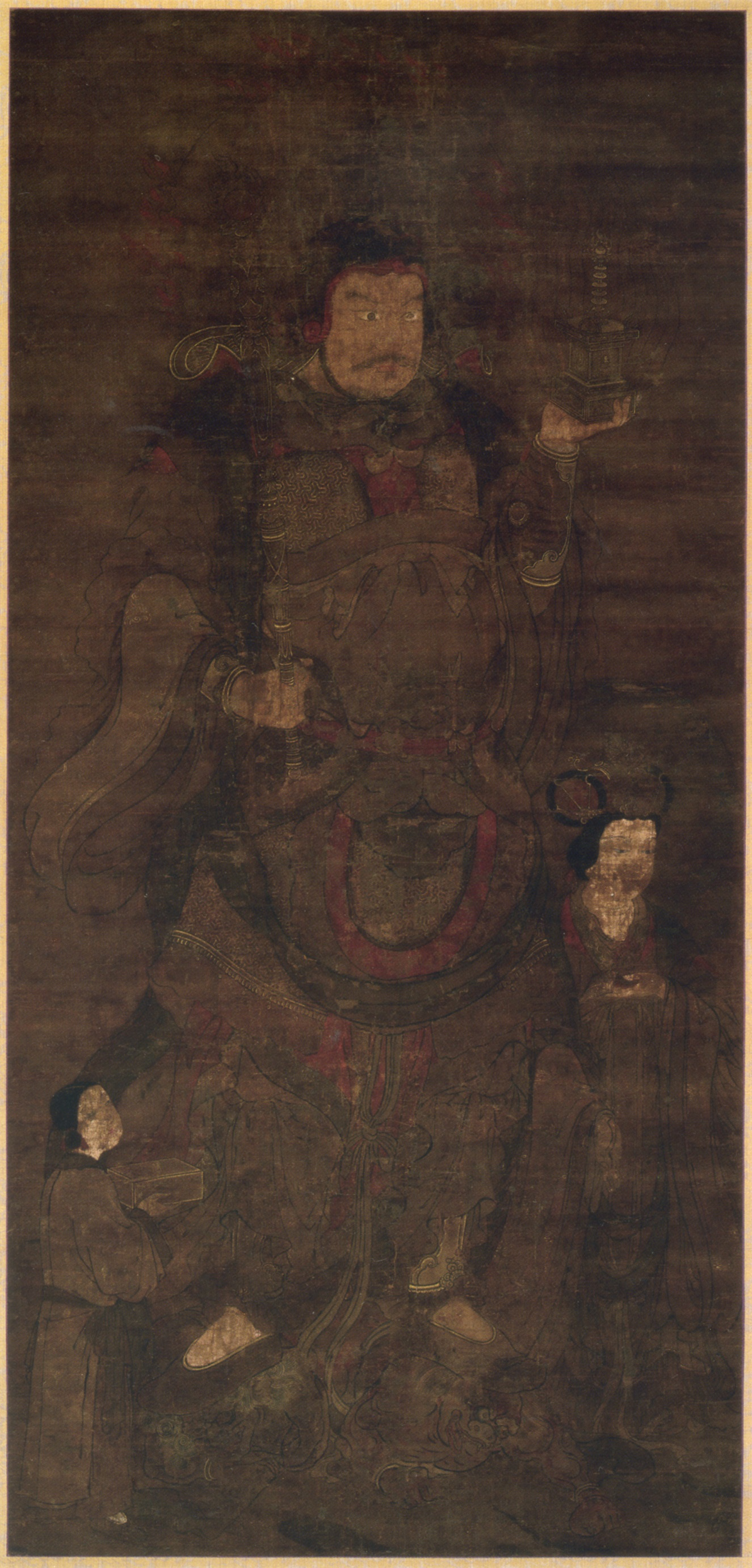
『紙本著色多聞天像』 （長興寺所有）
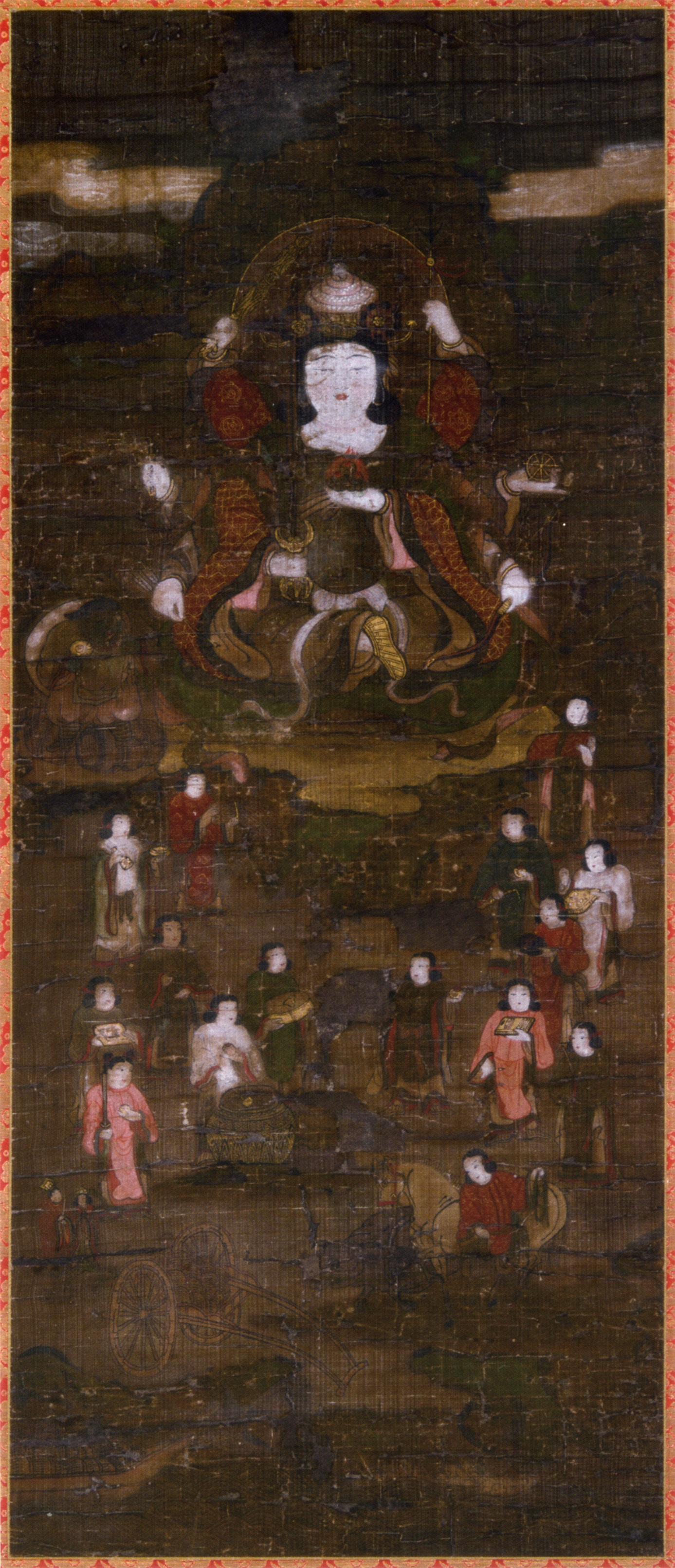
『弁財天の図』 （高月院所有）
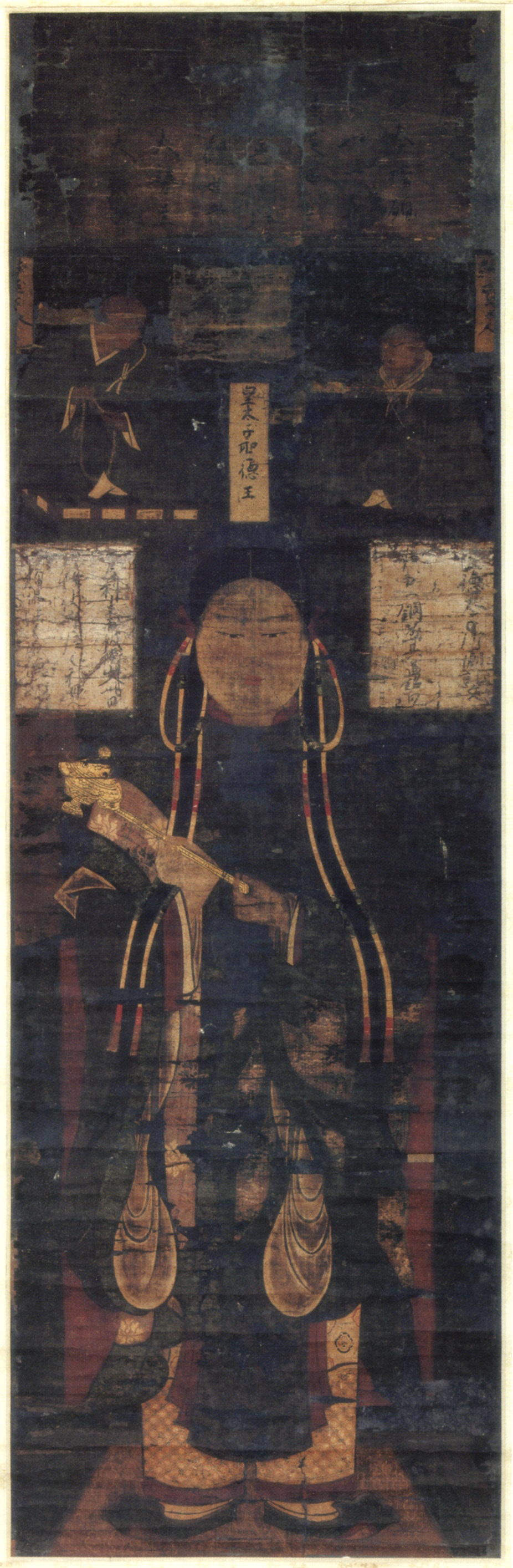
『絹本著色聖徳太子画像』 （皆福寺所有）
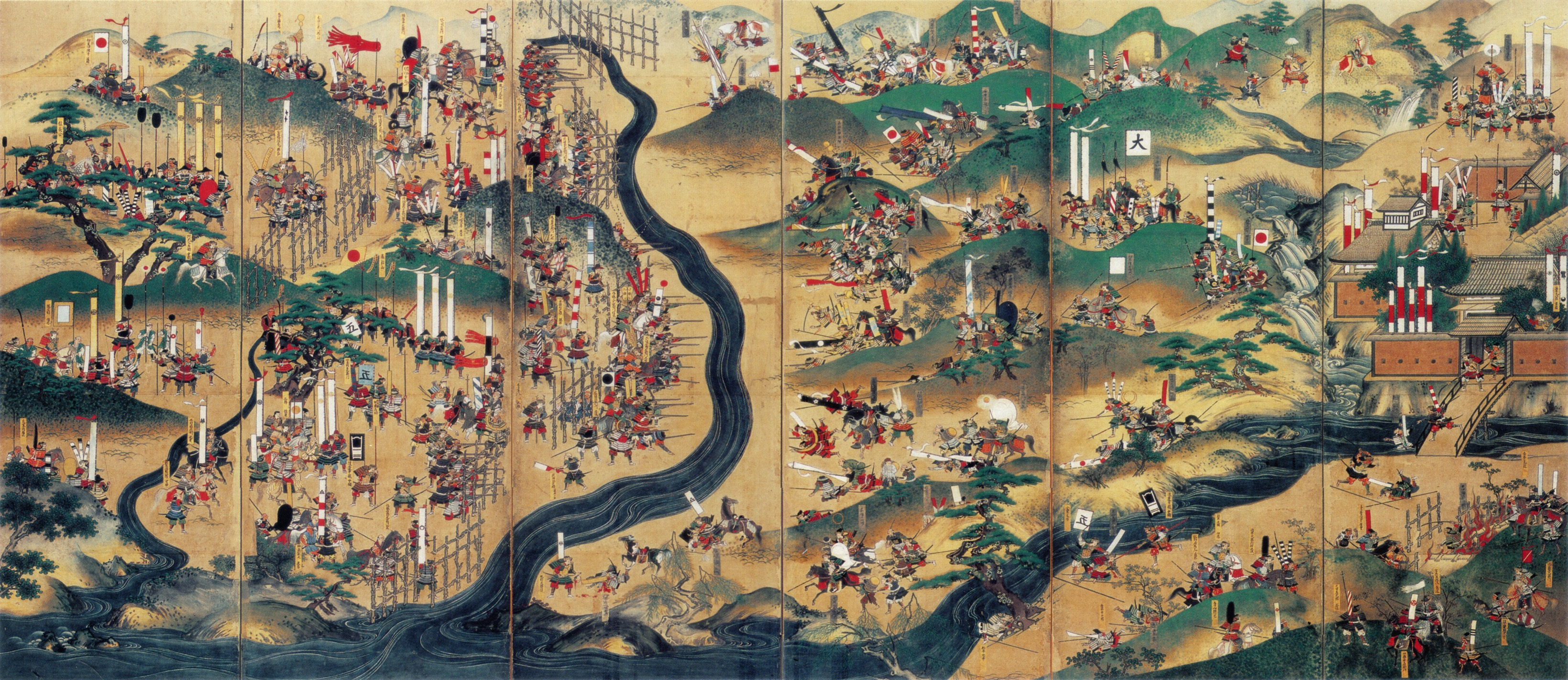
『長篠合戦図屏風』
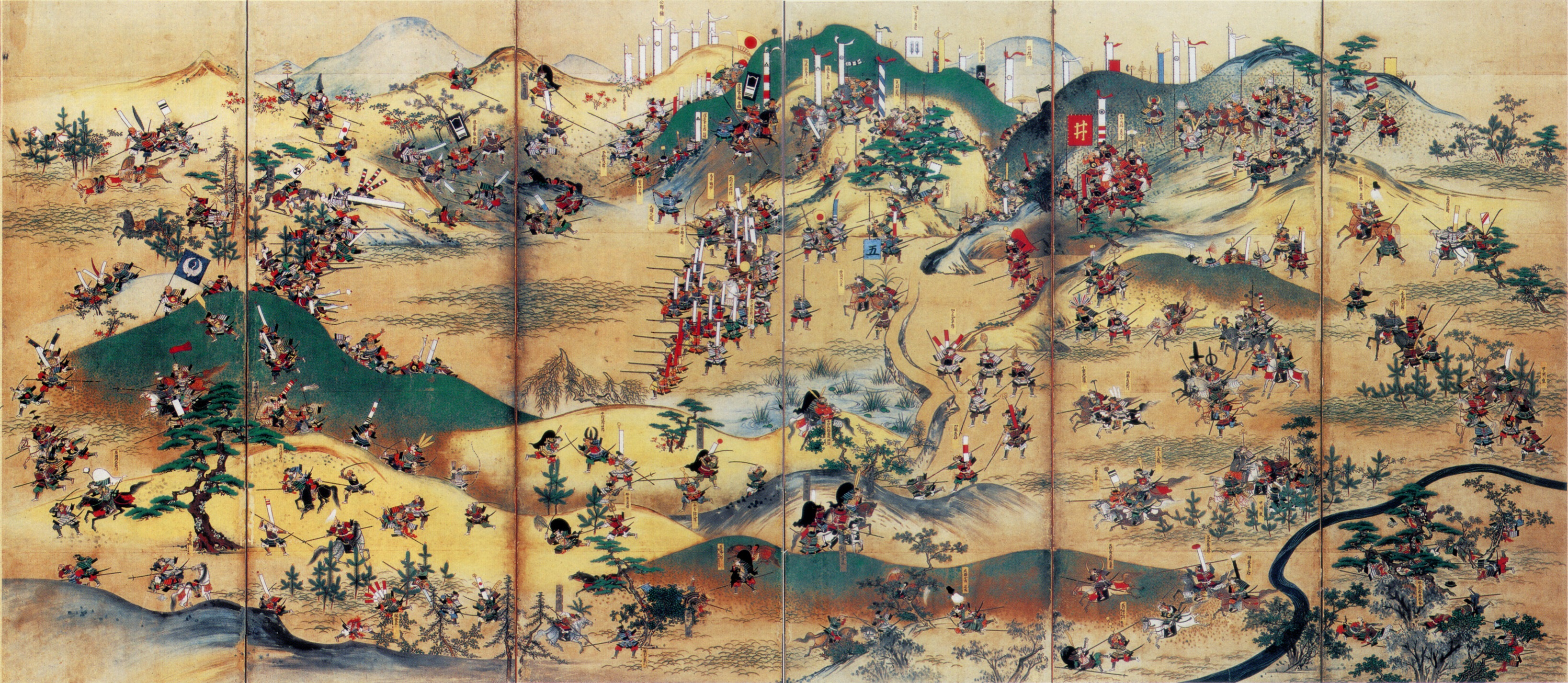
『長久手合戦図屏風』
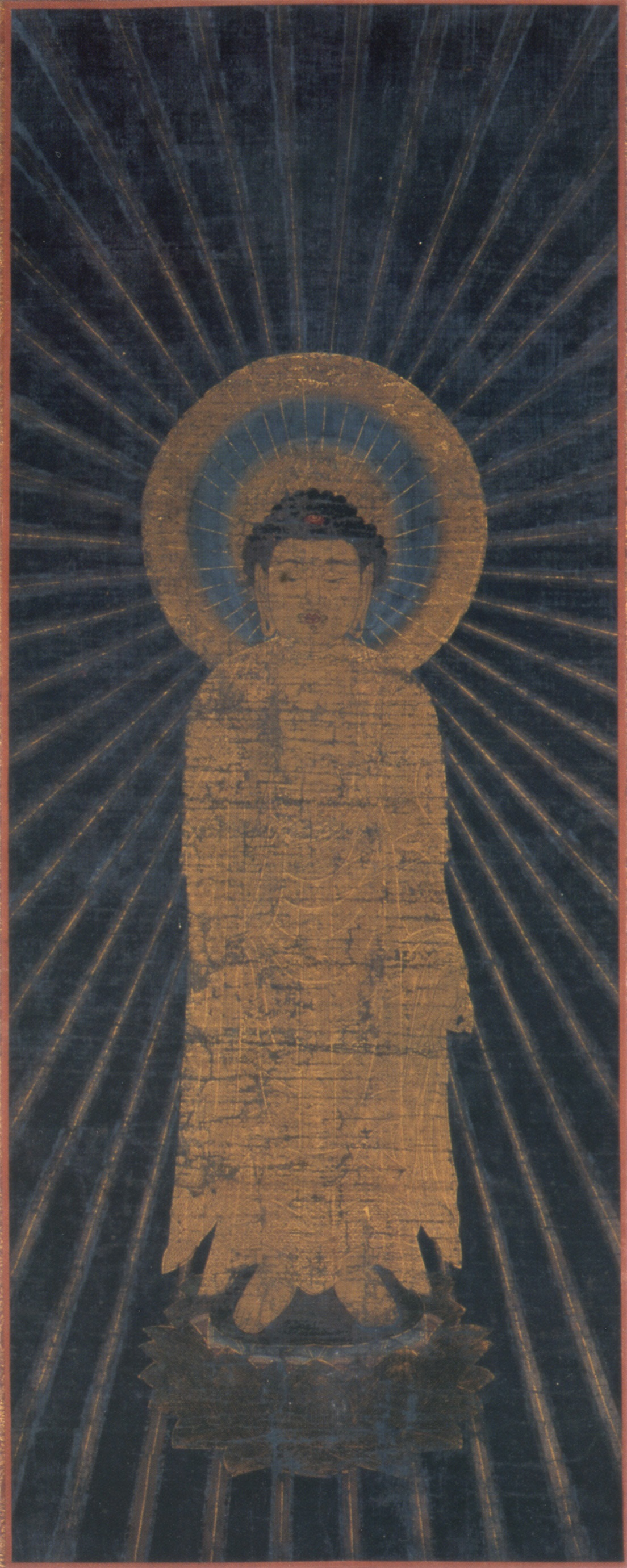
『絹本着色方便法身尊像』 （願永寺所有）
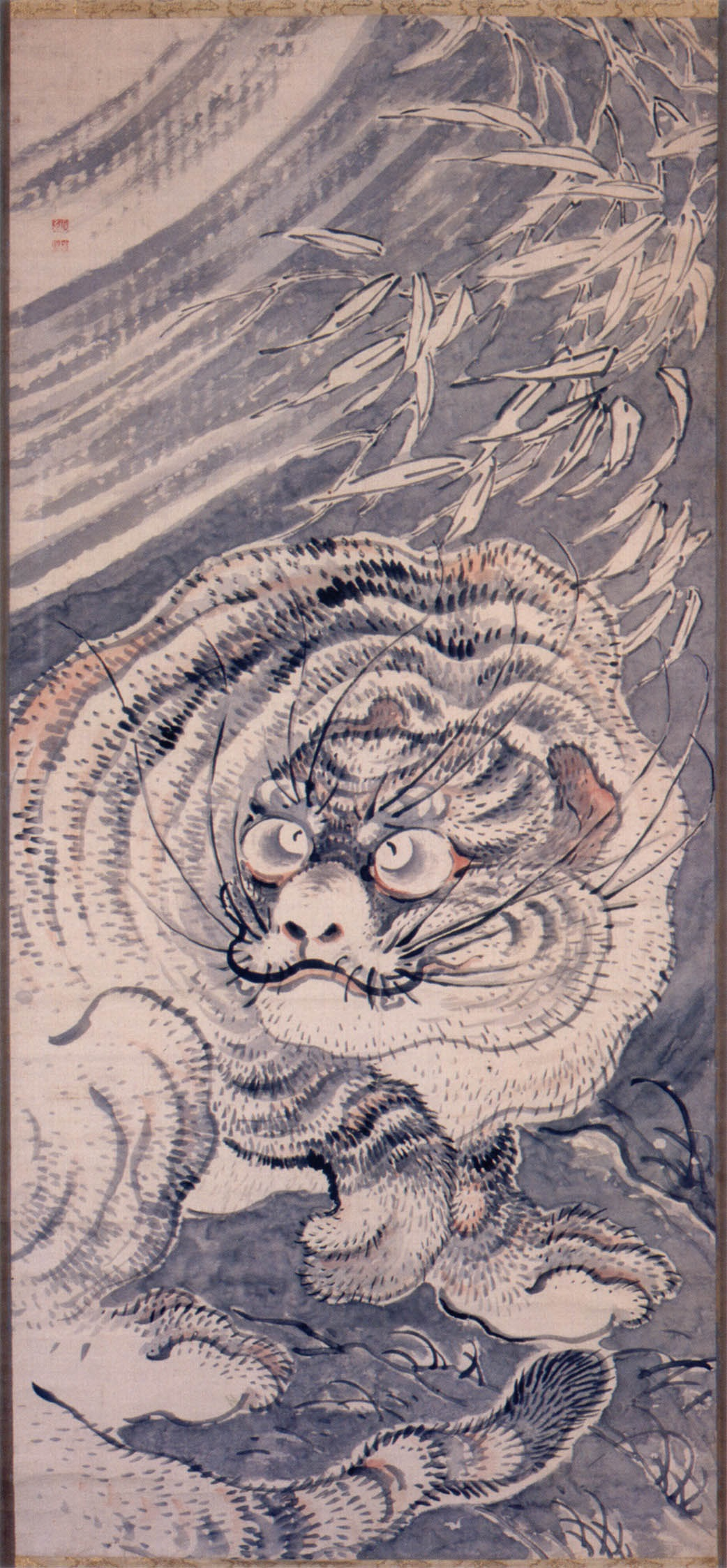
僧風外作品群　『暴風猛虎の図』 （香積寺所有）
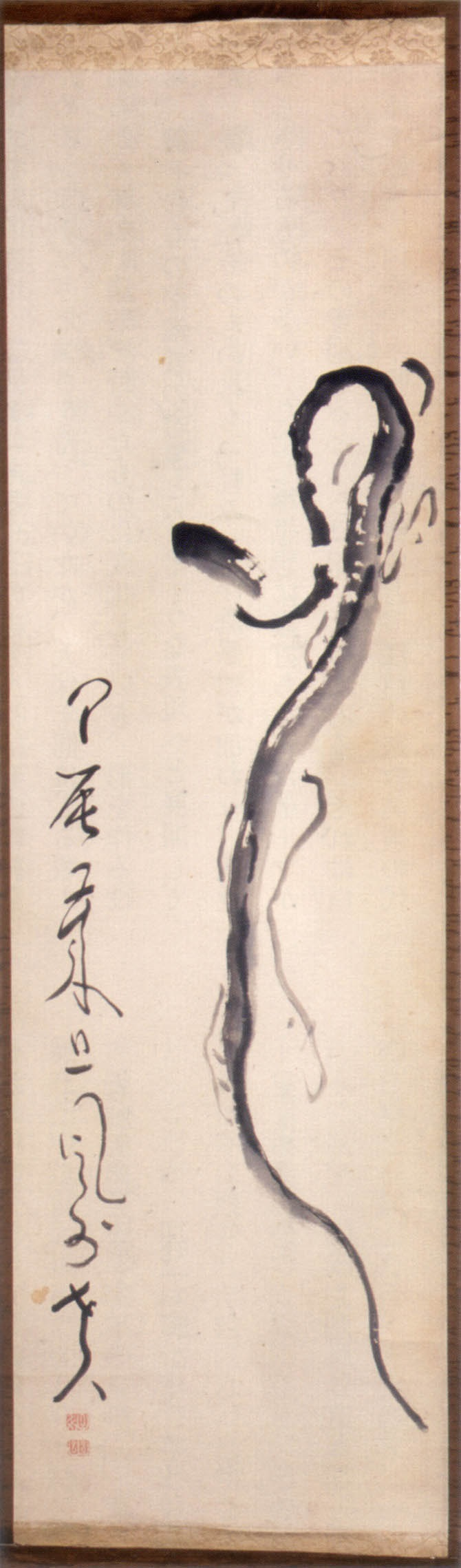
僧風外作品群　『一筆龍図』 （香積寺所有）
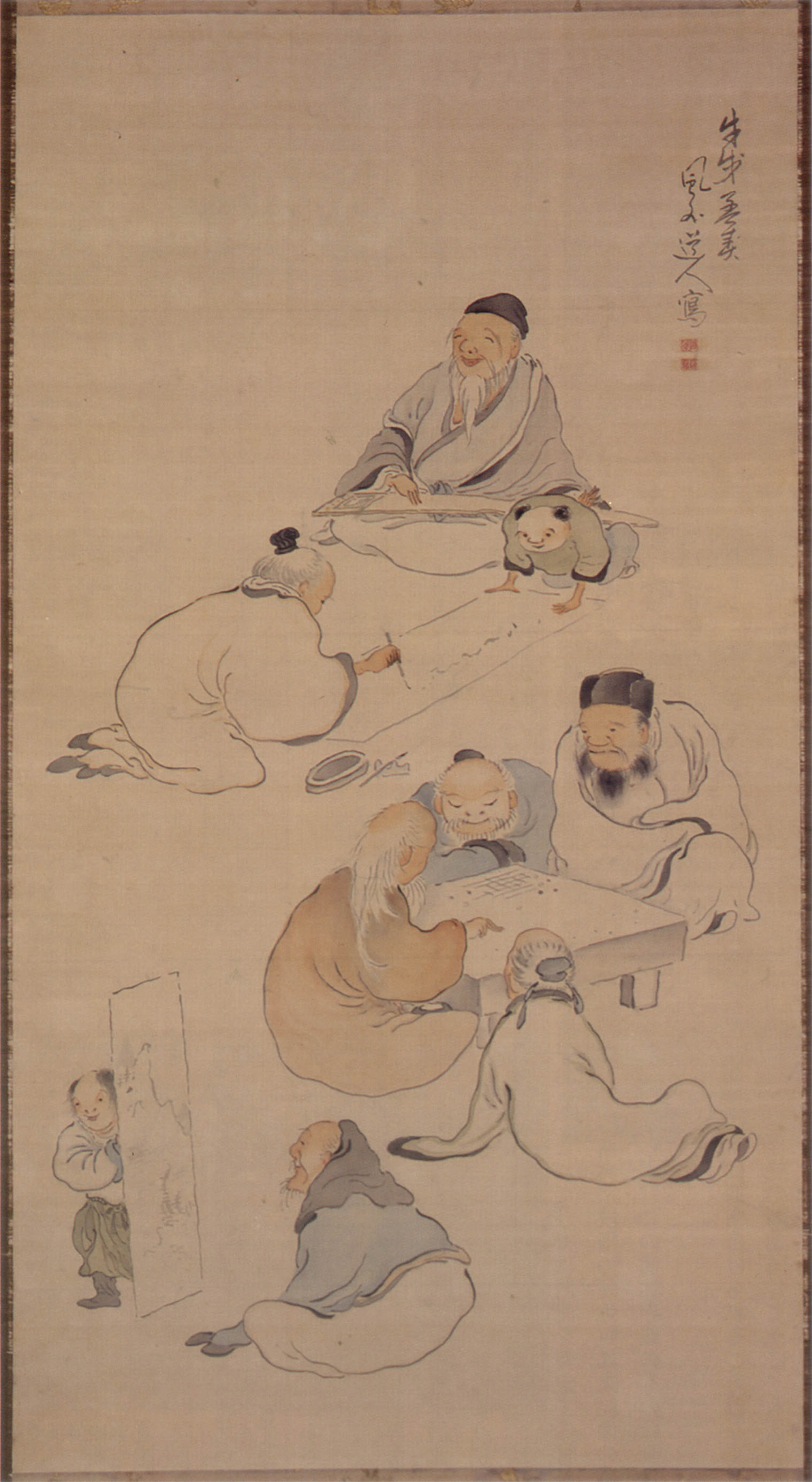
僧風外作品群　『琴棋書画図』 （香積寺所有）

#### 彫刻
重要文化財（国指定）
- 木造観音菩薩坐像 - 平安時代末期、平勝寺所有。

県指定有形文化財
- 木造十一面観音立像 - 平安時代末期、長慶寺所有。
- 木造十一面観音菩薩立像 - 平安時代末期、常福寺所有。
- 木造二天立像 - 平安時代末期、平勝寺所有。
- 木造観世音菩薩坐像 - 平安時代末期、昌全寺所有。

市指定有形文化財
- 木造聖観音菩薩立像 - 室町時代、観音寺所有。
- 木造千手観音立像　附　木造毘沙門天・不動明王立像 - 平安時代中期、猿投神社所有。
- 木造善阿弥坐像 - 室町時代、医王寺所有。
- 木造源海上人坐像 - 室町時代、如意寺所有。
- 木造鈴木正三和尚坐像 - 江戸時代、恩真寺所有。
- 木造松平親氏坐像 - 室町時代末期、個人所有、松平郷館保管。
- 木造徳川家康像 - 室町時代末期、隣松寺所有。
- 木造鳥山牛助精元坐像 - 江戸時代、浄久寺所有、豊田市郷土資料館保管。
- 木造阿弥陀如来立像　附　胎内納入品一括 - 鎌倉時代中期、法興寺所有。
- 木造阿弥陀如来立像 - 江戸時代初期、大法山観音寺所有。
- 木造聖観音菩薩立像 - 鎌倉時代、白石観音堂所有。
- 押井の磨崖仏 - 江戸時代後期、押井町所有。
- 地蔵菩薩立像 - 江戸時代前期、増光寺所有。
- 木造薬師如来坐像 - 鎌倉時代末期、十王寺所有。
- 鈴木正三坐像 - 江戸時代前期、心月院所有。
- 木造南無仏太子像 - 室町時代、明誓寺所有。
- 木造阿弥陀如来立像 - 室町時代、十王寺所有。
- 木造十王像 - 江戸時代初期、十王寺所有。
- 木造天部立像 - 平安時代後期、観音寺所有。
- 木造阿弥陀如来立像 - 鎌倉時代末期、心月院所有。
- 木造阿弥陀如来坐像 - 平安時代末期、浄雲寺所有。
- 押山の大日如来 - 安土桃山時代、押山自治区所有。
- 木造薬師如来坐像 - 室町時代後期、薬師寺所有。
- 仁王像 - 江戸時代前期、観音寺所有。
- 木造阿弥陀如来坐像 - 平安時代後期、清寿院所有。
- 木造阿弥陀如来坐像 - 鎌倉時代、性源寺所有。
- 木造薬師如来坐像 - 平安時代、華蔵院所有。
- 鋳造阿弥陀如来坐像 - 鎌倉時代、向陽寺所有。
- 木造阿弥陀如来坐像 - 平安時代、西雲寺所有。
- 木造阿弥陀如来坐像 - 平安時代、阿弥陀堂所有、豊田市郷土資料館保管。
- 木造毘沙門天立像 - 平安時代、中宮寺所有、豊田市郷土資料館保管。
- 木造毘沙門天立像 - 平安時代、香積寺所有。

#### 工芸品
重要文化財（国指定）
- 樫鳥糸威鎧 大袖付 - 平安時代、猿投神社所有、東京国立博物館に寄託。
- 太刀 銘行安 - 平安時代末期、猿投神社所有、豊田市郷土資料館保管。
- 黒漆太刀

県指定有形文化財
- 正一位猿投大明神扁額 - 鎌倉時代末期、猿投神社所有。
- 革製竜頭馬面 - 安土桃山時代、猿投神社所有。
- 平勝寺扁額 - 平安時代末期、平勝寺所有。

市指定有形文化財
- 紫絲威胴丸具足 大袖付 - 江戸時代中期、個人所有。
- 七州城大手門鯱 - 江戸時代中期、個人所有、（豊田市郷土資料館保管）
- 冑三尊 - 室町時代末期、隣松寺所有。
- 華曼 - 江戸時代初期、隣松寺所有。
- 鐙 - 室町時代、隣松寺所有。
- 伊保郷印 - 平安時代、豊田市郷土資料館所有。
- 梵鐘 - 江戸時代初期、恩真寺所有、（豊田市郷土資料館保管）
- 梵鐘 - 江戸時代初期、守綱寺所有。
- 雲版 - 室町時代後期、隣松寺所有。
- 雲版 - 江戸時代中期、永福寺所有。
- 雲版 - 室町時代中期、長興寺所有。
- 鰐口 - 室町時代前期、八幡神社所有。
- 鰐口 - 室町時代中期、八幡神社所有。
- 鰐口 - 室町時代末期、香積寺所有。
- 河手若宮鰐口 - 室町時代後期、個人所有。
- 宝篋印塔 - 室町時代、個人所有。
- 五輪塔 - 桃山時代、祝峰寺所有。
- 宝篋印塔 - 室町時代、祝峰寺所有。
- 燈籠 - 江戸時代中期、薬師寺所有。
- 鰐口 - 室町時代、個人所有。
- 陶製狛犬 - 江戸時代、個人所有。
- 陶製狛犬 - 室町時代末期、個人所有。

#### 書跡・典籍・古文書
重要文化財（国指定）
- 本朝文粋 - 鎌倉時代、猿投神社所有。
- 猿投神社漢籍 一括 - 鎌倉時代～室町時代、猿投神社所有。明細は同神社の項を参照。
- 古文孝経 - 鎌倉時代初期、猿投神社所有。

県指定有形文化財
- 猿投神社国書 - 鎌倉時代～江戸時代、猿投神社所有。
- 猿投神社文書 - 鎌倉時代～江戸時代、猿投神社所有。
- 伝道元筆跡 - 鎌倉時代、妙昌寺所有、豊田市郷土資料館保管。

市指定有形文化財
- 大般若経 - 平安時代末期、如意寺所有。
- 大般若経 - 鎌倉時代、徳合院所有。
- 紙本墨書伝蓮如筆六字名号 - 室町時代、専休寺所有。
- 足助八幡宮縁起 - 室町時代、足助八幡宮所有。
- 六所神社奉加帳 - 室町時代末期、六所神社所有、豊田市郷土資料館保管。
- 高月院文書 - 室町時代末期～江戸時代、高月院所有。
- 妙昌寺文書 - 室町時代末期～江戸時代、妙昌寺所有、豊田市郷土資料館保管。
- 松平元康制札 - 室町時代末期、妙昌寺所有、豊田市郷土資料館保管。
- 今川義元文書 - 室町時代末期、永澤寺所有。
- 徳川氏朱印状 - 江戸時代、隣松寺所有。
- 挙母下町の図 - 江戸時代前期、豊田市郷土資料館所有。
- 崇化館記 - 江戸時代中期、豊田市郷土資料館所有。

#### 古資料
重要文化財（国指定）
- 豊田大塚古墳出土須恵器　附　鉄地金銅金具残欠他 - 古墳時代後期、豊田市郷土資料館所有。

県指定有形文化財
- 内行花文鏡 - 古墳時代前期、個人所有、豊田市郷土資料館保管。
- 手呂の銅鐸 - 弥生時代後期、豊田市郷土資料館所有。
- 飯盛山経塚出土品 - 平安時代末期、豊田市郷土資料館所有。

市指定有形文化財
- 曽根遺跡出土遺物 - 縄文時代中期、豊田市郷土資料館所有。
- 縄文土器 - 縄文時代中期、豊田市旭郷土資料館所有。
- 黒曜石 - 縄文時代、豊田市旭郷土資料館所有。
- 尖頭器 - 旧石器時代、豊田市旭郷土資料館所有。
- 大屋敷遺跡出土品 - 縄文時代中期～晩期、豊田市足助資料館所有。
- 今朝平遺跡出土品 - 縄文時代後期～晩期、豊田市足助資料館所有。
- 植田遺跡出土品 - 室町時代、豊田市足助資料館所有。
- 北貝戸遺跡出土品 - 縄文時代早期、豊田市足助資料館所有。
- 葛沢の蓮弁文壷 - 平安時代末期、豊田市足助資料館所有。
- 猿投灰釉長頚瓶 - 奈良時代、個人所有、愛知県陶磁美術館保管。
- クダリヤマ遺跡の鍔付短頚壷 - 縄文時代中期、豊田市稲武郷土資料館所有。
- 清泰地遺跡出土灰釉陶器一式 - 鎌倉時代～室町時代、豊田市稲武郷土資料館所有。
- 有舌尖頭器 - 旧石器時代、個人所有。
- 水汲遺跡出土縄文土器 - 縄文時代時代前期～後期、豊田市郷土資料館所有。

#### 有形民俗文化財
県指定有形民俗文化財
- 挙母神社の山車 - 江戸時代末期、挙母町ほか。
- 人形浄瑠璃の首と衣裳 - 江戸時代、小田木自治区所有、（豊田市稲武郷土資料館保管）

市指定有形民俗文化財
- 猿投神社御免富興行資料 - 江戸時代後期、猿投神社所有。
- 岩倉神社舞台 - 江戸時代後期、岩倉神社所有。
- 久木の木偶　付馬道具 - 時期不詳、久木町所有。
- 旧海老名三平宅 - 江戸時代後期、豊田市所有。
- 高橋・平井・百々・志賀町の山車 - 江戸時代、高橋町ほか。
- 市木辻堂 - 江戸時代、市木町。
- 寿町の達磨窯 - 大正時代、個人所有。
- 上中切の陶製狛犬 - 江戸時代中期、上中切神明神社所有、（愛知県陶磁美術館保管）
- 石造薬師如来坐像 - 江戸時代中期、永太郎町所有。
- 千匹絵馬 - 江戸時代、小馬寺所有、（豊田市旭郷土資料館保管）
- 足助八幡宮新町の山車 - 時期不詳、足助町（新町）所有。
- 足助八幡宮西町の山車 - 時期不詳、足助町（西町）所有。
- 足助八幡宮田町の山車 - 時期不詳、足助町（田町）所有。
- 足助八幡宮本町の山車 - 時期不詳、足助町（本町）所有。
- 仏足石 - 江戸時代末期、宝樹院所有。
- 繭の標本 - 明治時代～昭和時代、生駒区所有、豊田市旭郷土資料館
- 野風炉 - 江戸時代、高月院所有。
- 野林の木偶　付馬道具 - 江戸時代後期、野林町所有。
- 六所神社舞台 - 明治時代初期、六所神社所有。
- 莨屋岡本家住宅 - 江戸時代後期、個人所有。

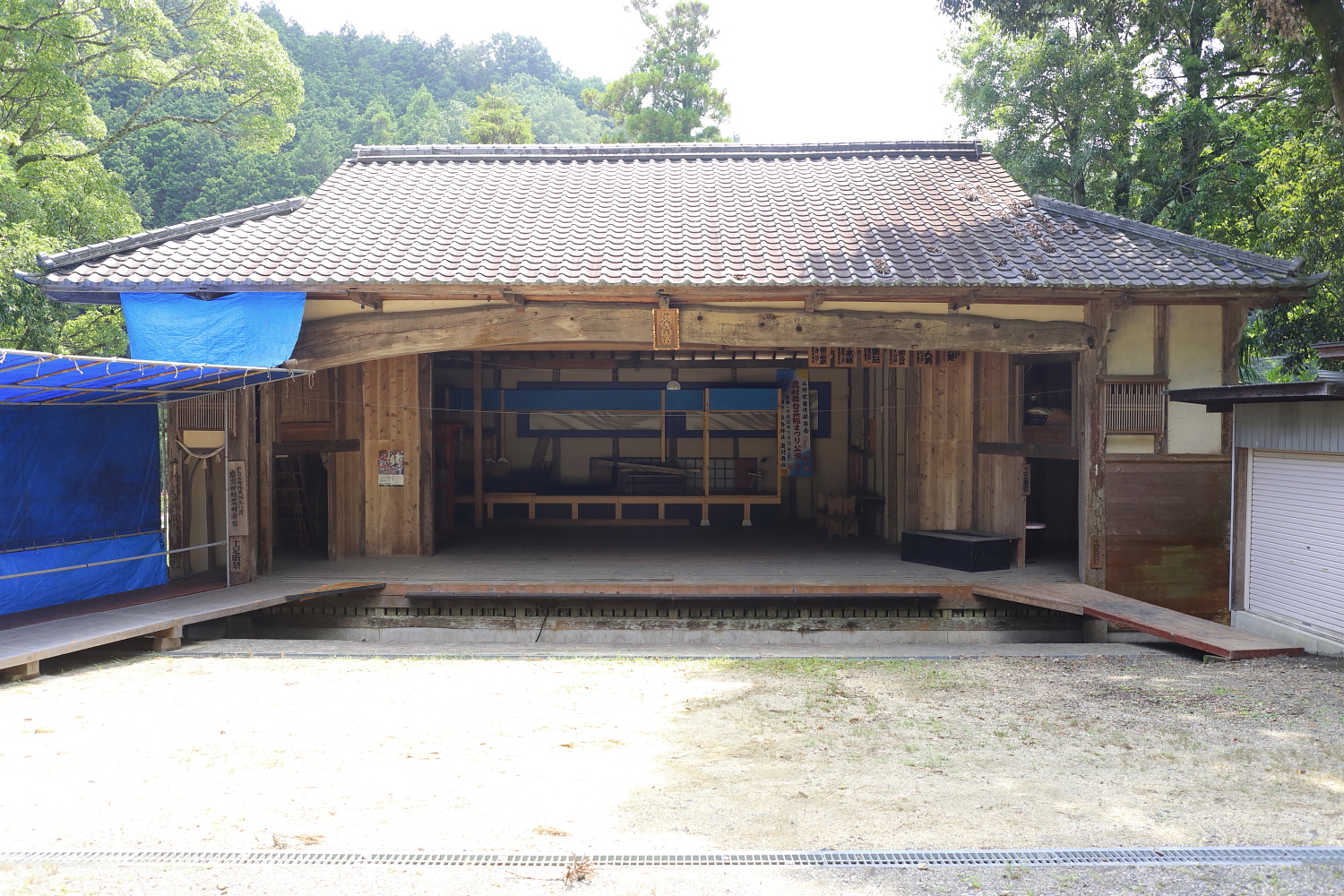
岩倉神社舞台 （中金町、2019年（令和元年）8月）
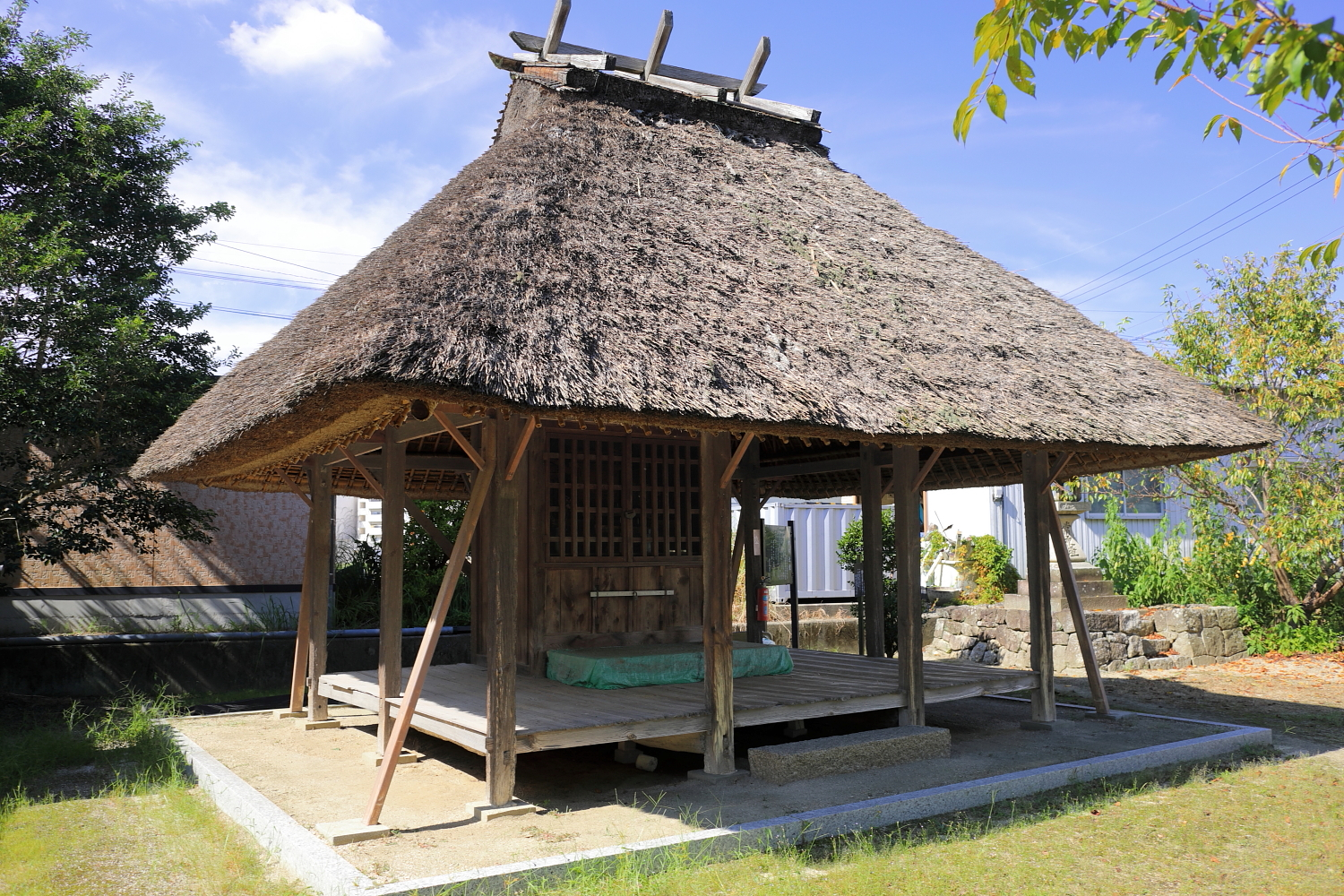
市木辻堂 （市木町、2019年（令和元年）9月）
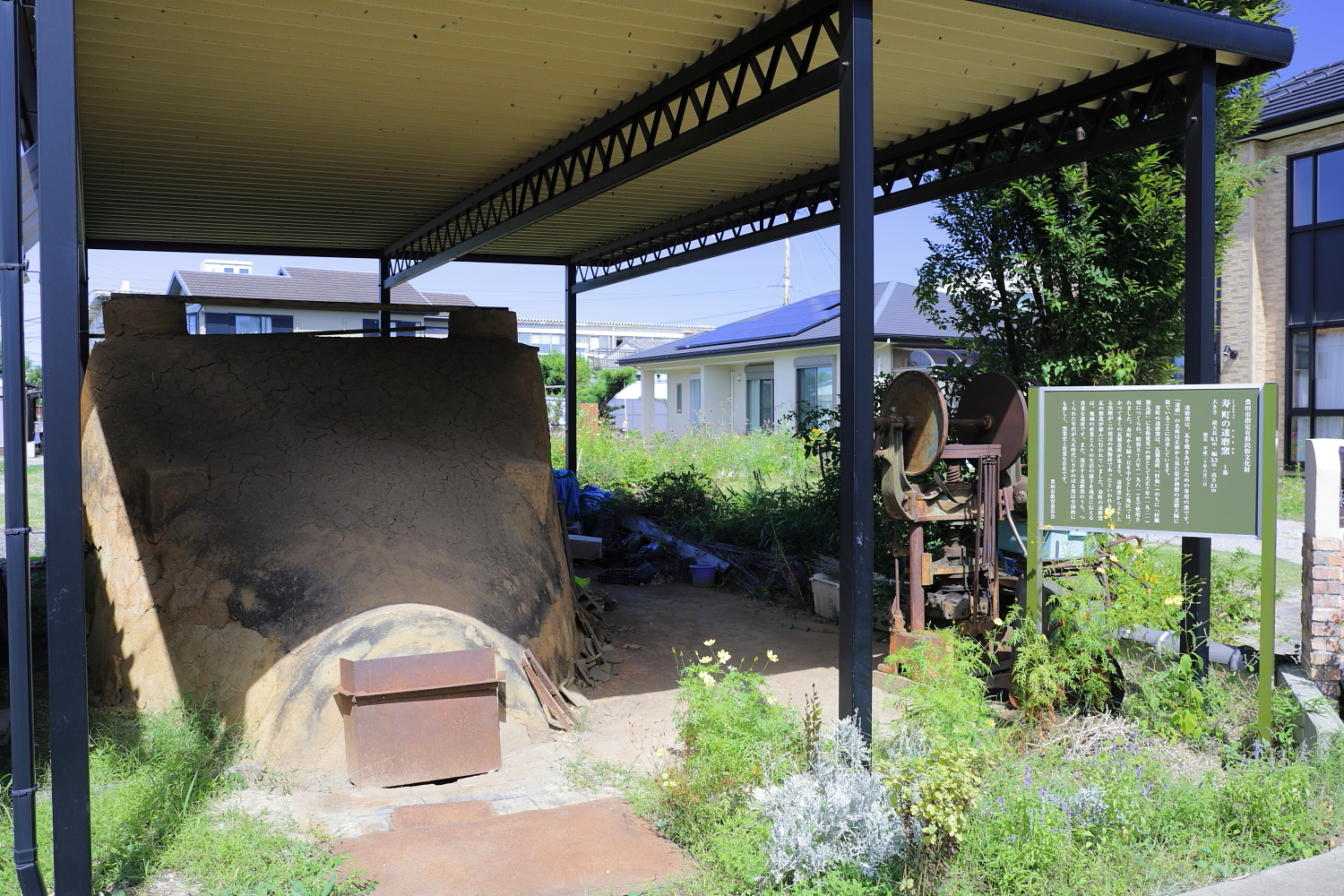
寿町の達磨窯 （寿町、2019年（令和元年）9月）
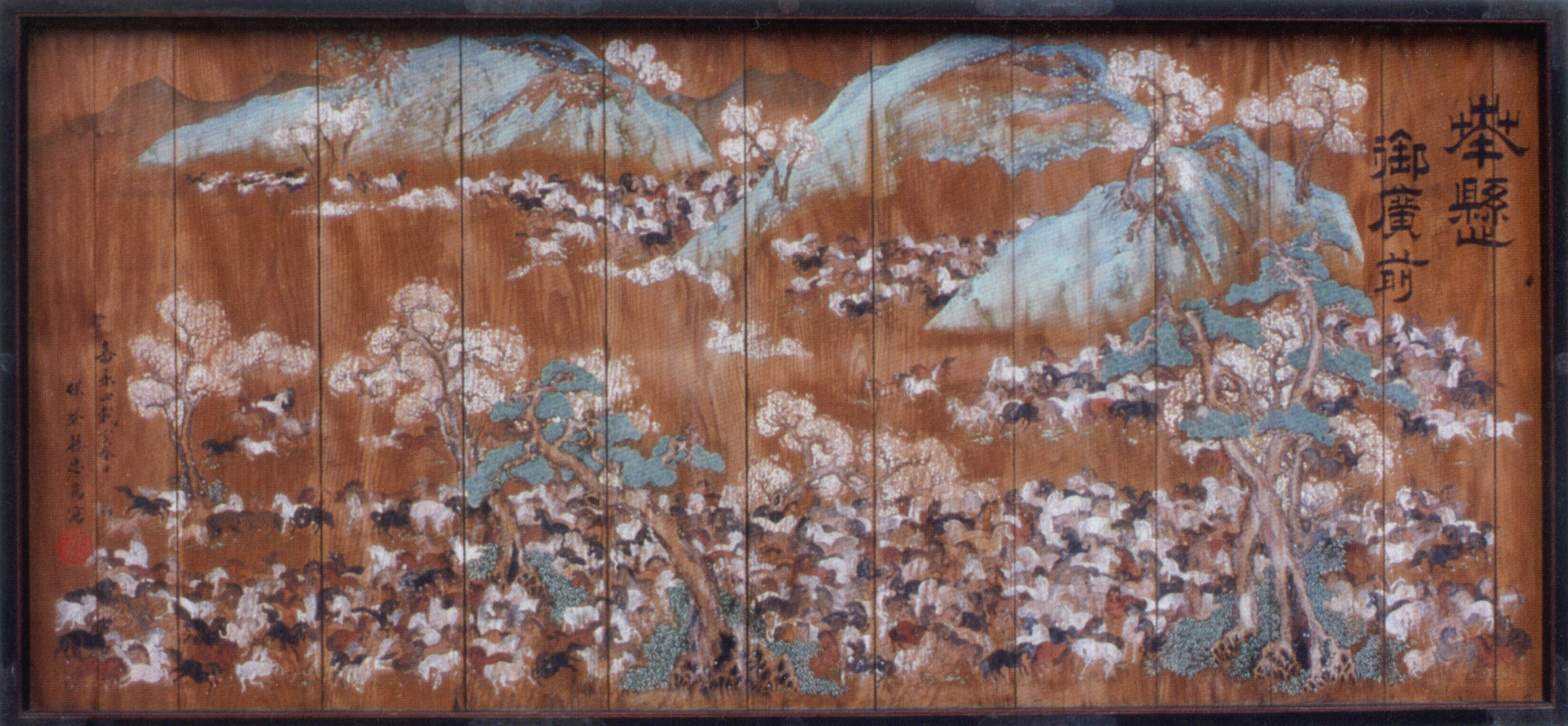
『千匹絵馬』 （小馬寺所有）
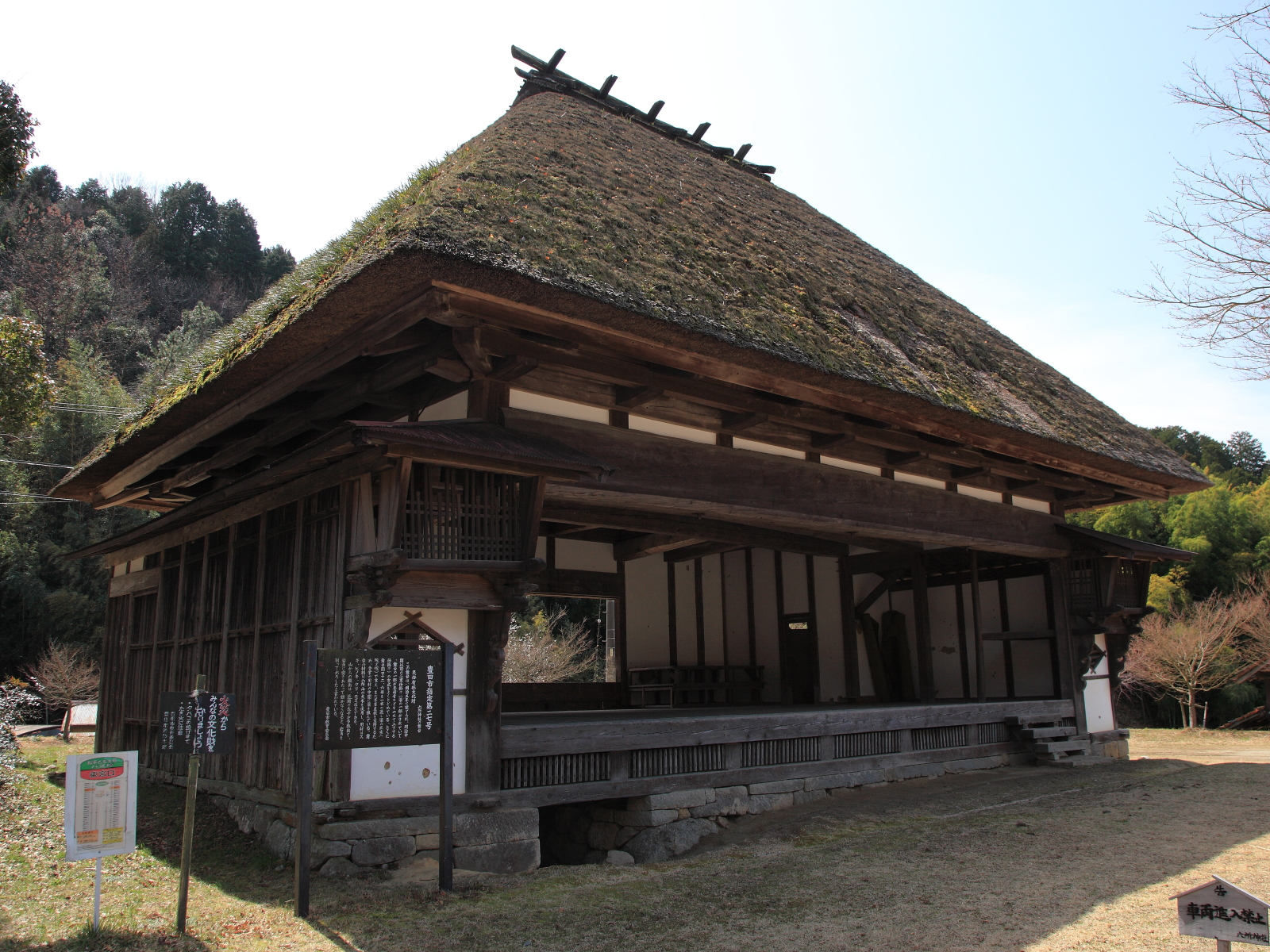
六所神社舞台 （坂上町、2012年（平成24年）3月）
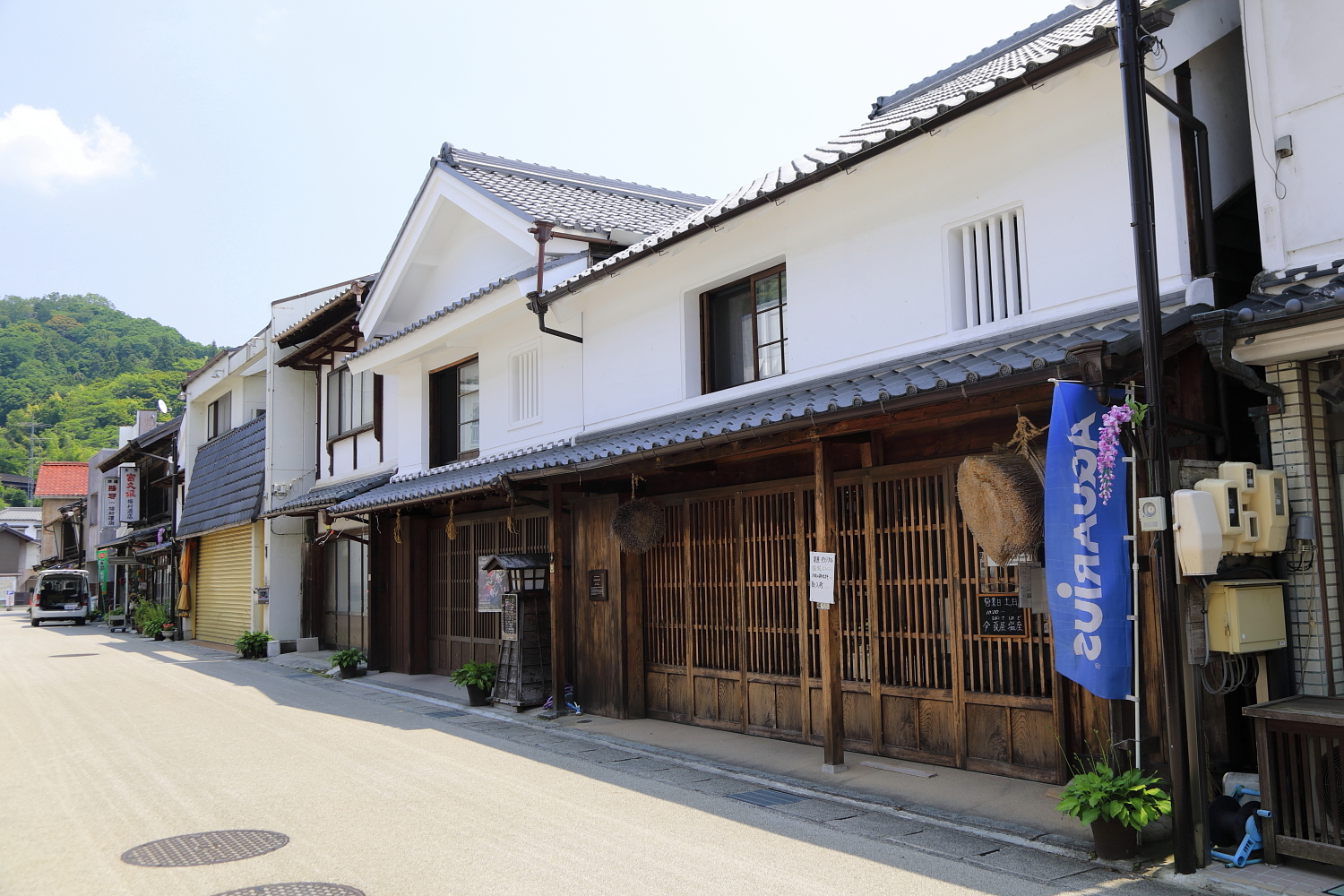
莨屋主屋外観 （足助町、2019年（令和元年）6月）

#### 無形民俗文化財
重要無形民俗文化財（国指定）
- 綾渡の夜念仏と盆踊 - 時期不詳、綾渡夜念仏と盆踊り保存会

県指定無形民俗文化財
- 銭太鼓 - 時期不詳、銭太鼓保存会
- 猿投の棒の手 - 室町時代～、猿投町棒の手保存会ほか
- 挙母の棒の手 - 室町時代～、宮口棒の手保存会
- 松平の棒の手 - 室町時代～、石楠棒の手保存会ほか
- 旭町の棒の手 - 明治時代～、大坪棒の手保存会
- 坪崎の火きり神事 - 時期不詳、坪崎火鑽神事保存会
- 足助の棒の手 - 時期不詳、足助町棒の手保存会
- 藤岡の棒の手 - 時期不詳、藤岡の棒の手保存会

市指定無形民俗文化財
- 挙母祭りばやし - 江戸時代～、神明町囃子保存会ほか
- 高橋・平井・百々・志賀町のはやし - 江戸時代～、高橋町囃子保存会ほか
- 古瀬間ばやし - 江戸時代～、古瀬間ばやし保存会
- 藤牧検藤流棒の手 - 大正時代、杉本棒の手保存会
- 丹波大垣内流打ちはやし - 明治時代、杉本打ちはやし保存会
- 見当流棒の手 - 明治時代、押井棒の手保存会
- 小原歌舞伎 - 江戸時代中期～、小原歌舞伎保存会ほか
- 阿蔵念仏踊り - 江戸時代末期～、阿蔵地域念仏踊り保存会
- 大沼雅楽 - 明治時代～、大沼雅楽会
- 下山村の三河万歳 - 昭和時代初期～、下山三河万歳保存会
- 黒坂の祭り囃子（巴太鼓） - 江戸時代後期～、三巴地域巴太鼓保存会

#### 史跡
国の史跡
- 松平氏遺跡（松平氏館跡・松平城跡・大給城跡・高月院） - 室町時代、松平東照宮・高月院・豊田市管理。
- 舞木廃寺塔跡 - 飛鳥時代、豊田市管理。

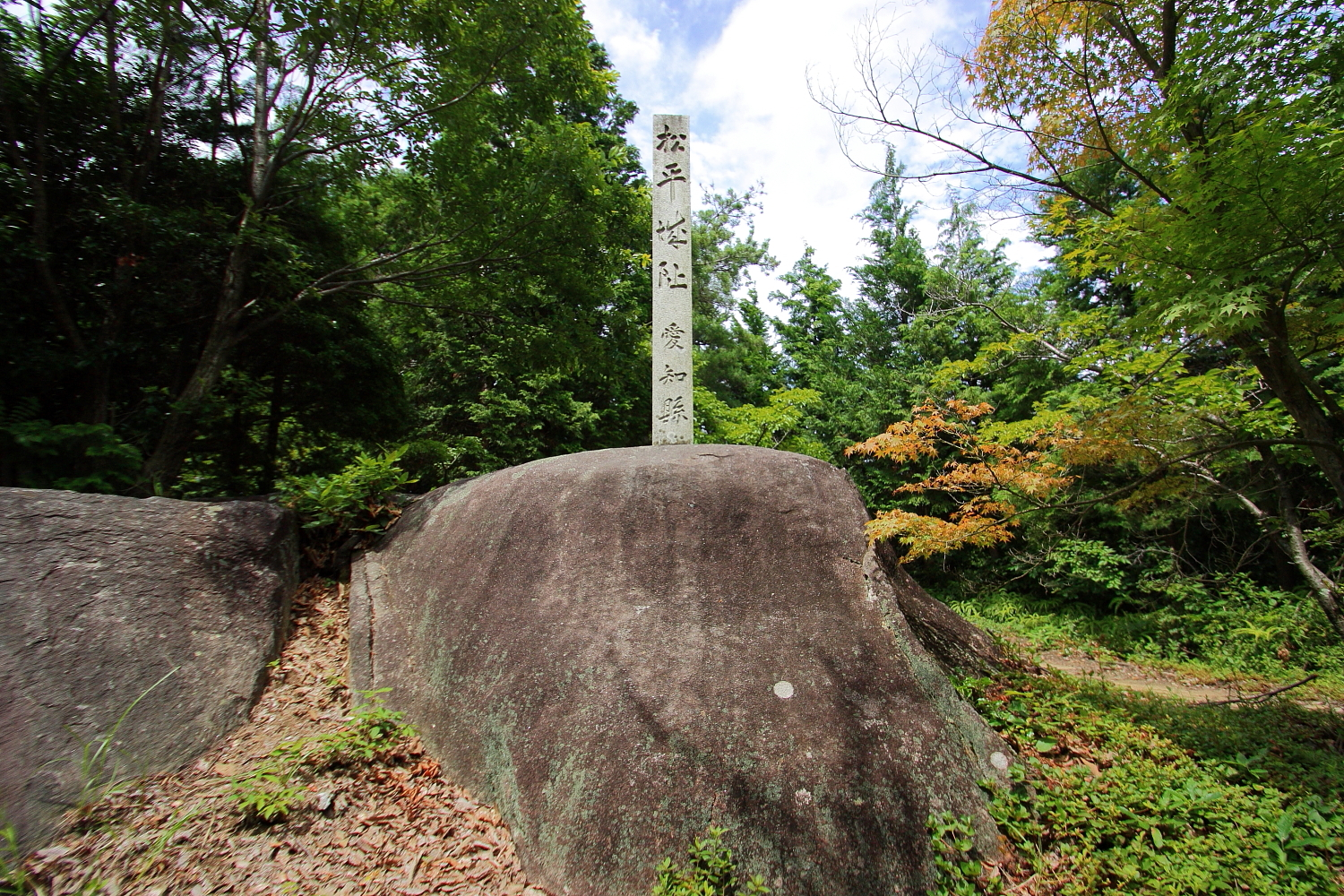
松平城址 （松平町、2009年（平成21年）7月）
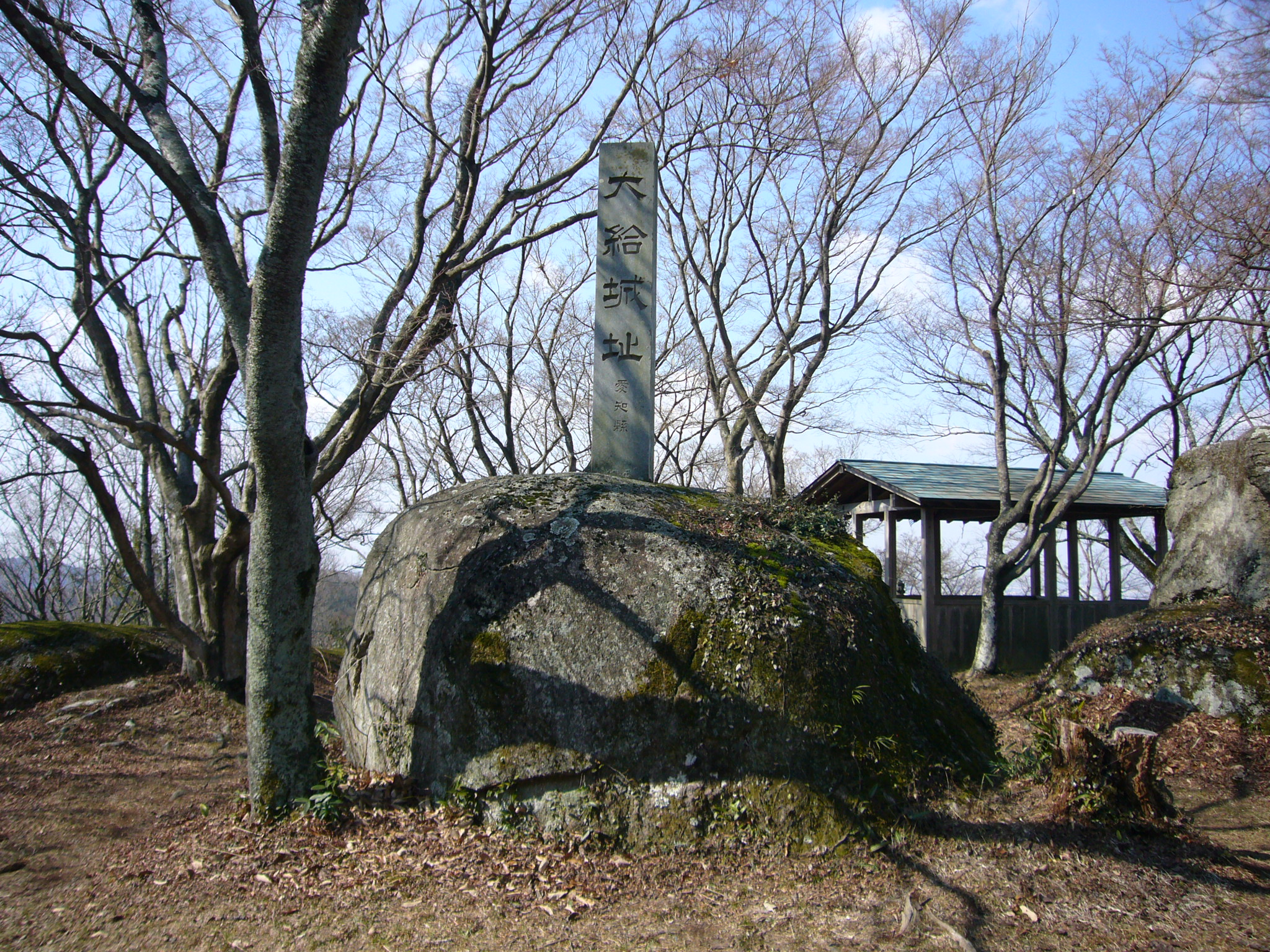
大給城址 （2008年（平成20年）2月）
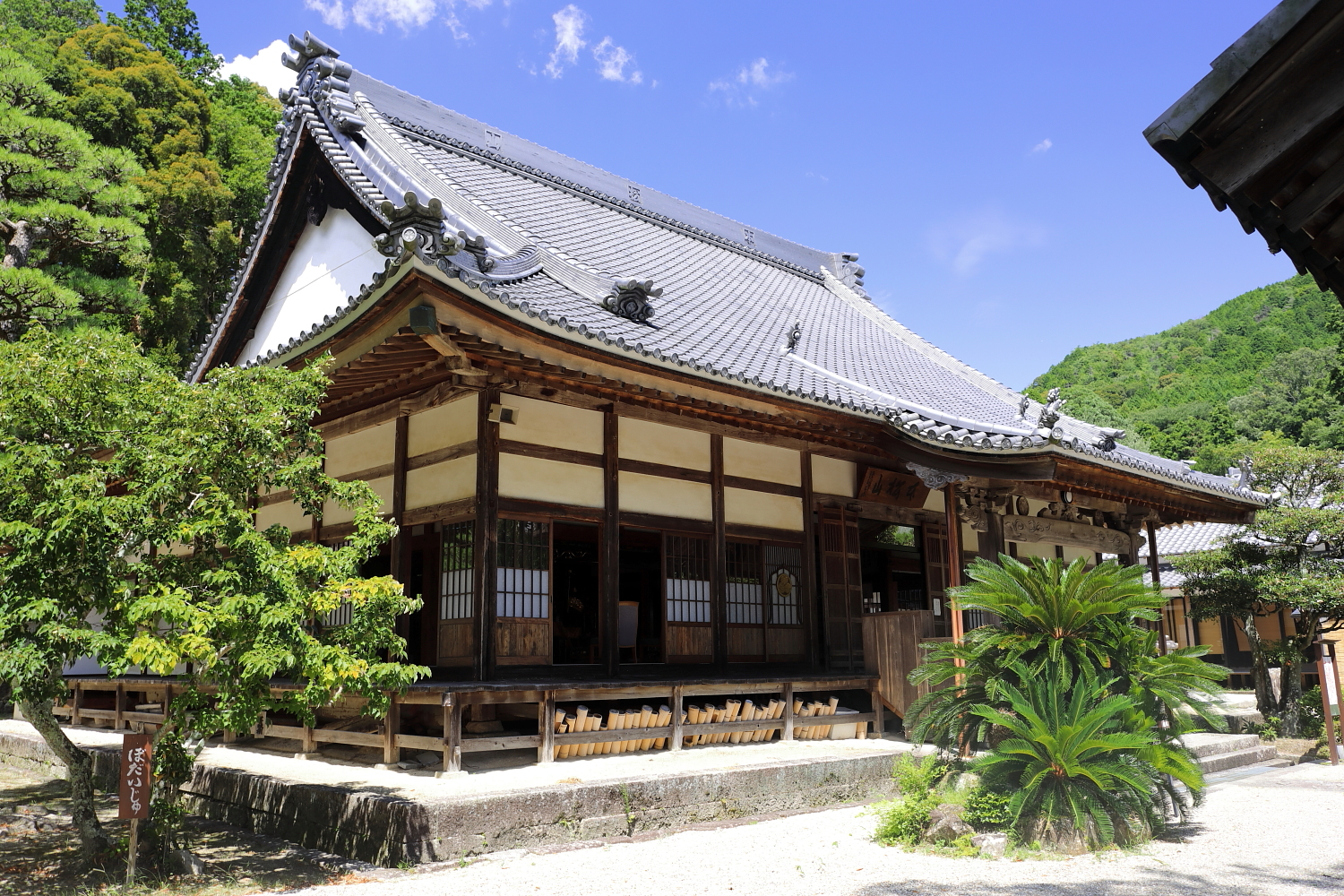
高月院本堂 （松平町、2019年（令和元年）8月）
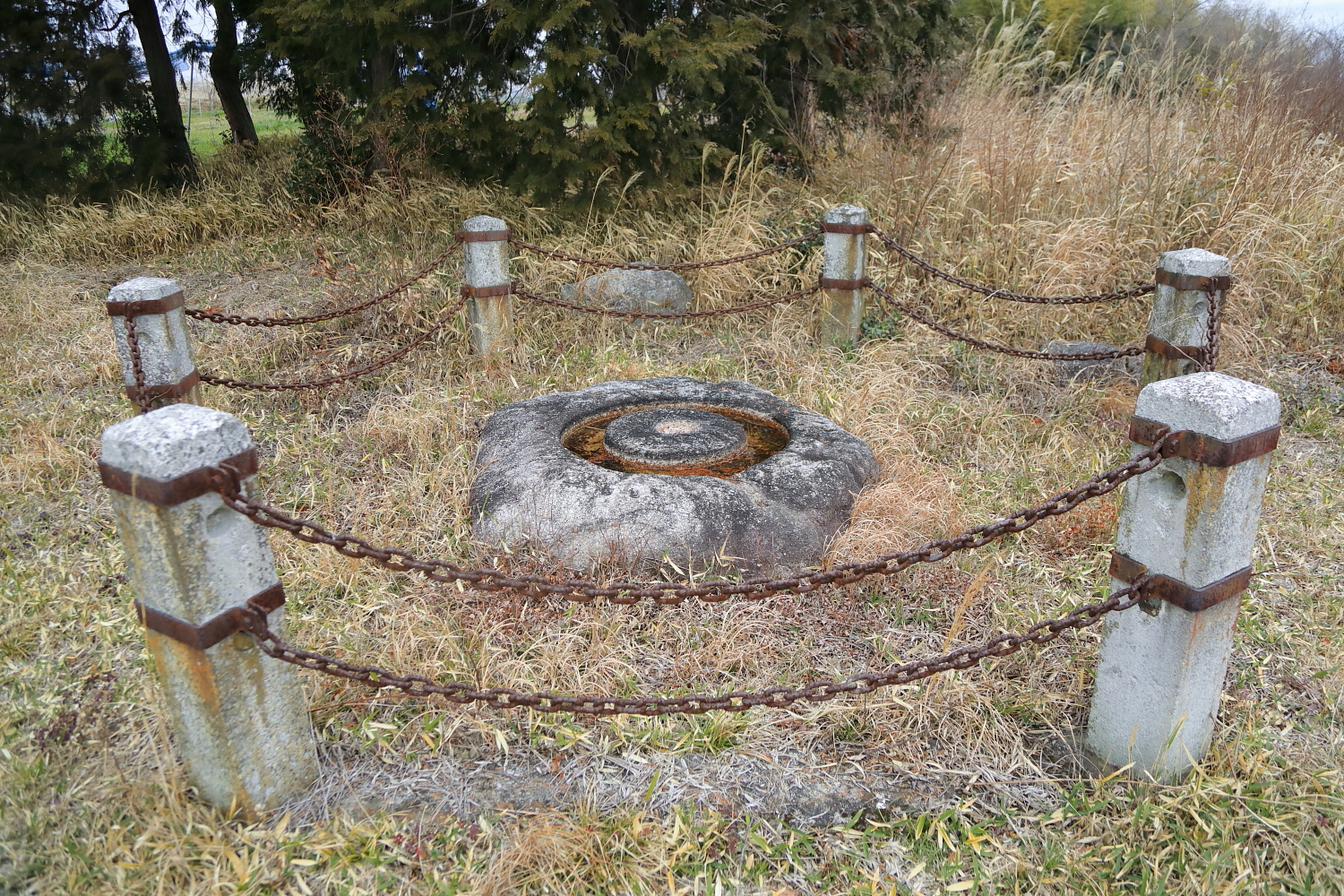
舞木廃寺塔跡 （舞木町、2019年（平成31年）2月）

県指定史跡
- 今朝平遺跡 - 縄文時代後期～晩期、豊田市管理。
- 池田1号墳
- 飯盛城址 - 鎌倉時代～戦国時代、豊田市・香積寺管理。
- 豊田大塚古墳 - 古墳時代後期、豊田市管理。

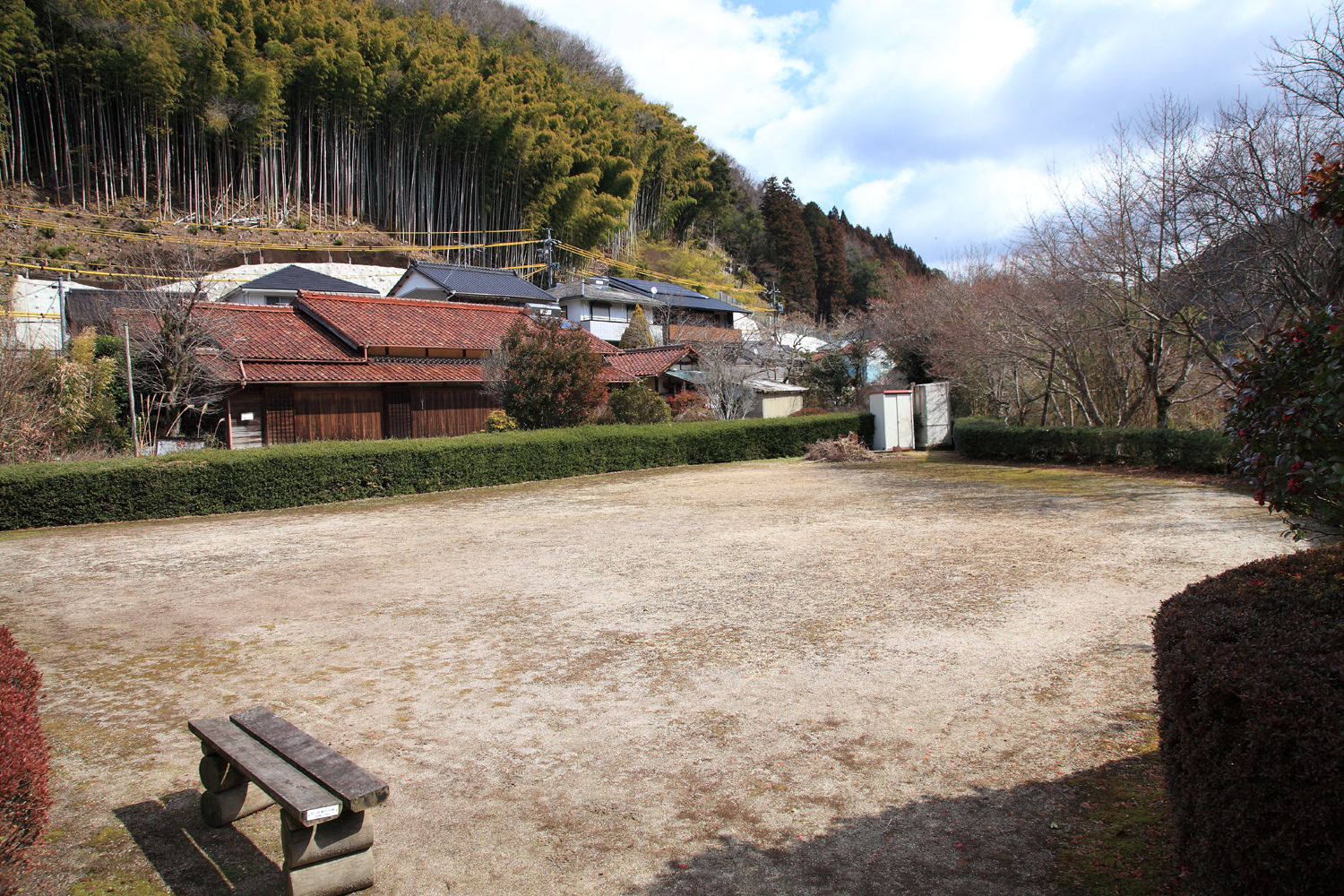
今朝平遺跡外観 （足助町、2012年（平成24年）3月）
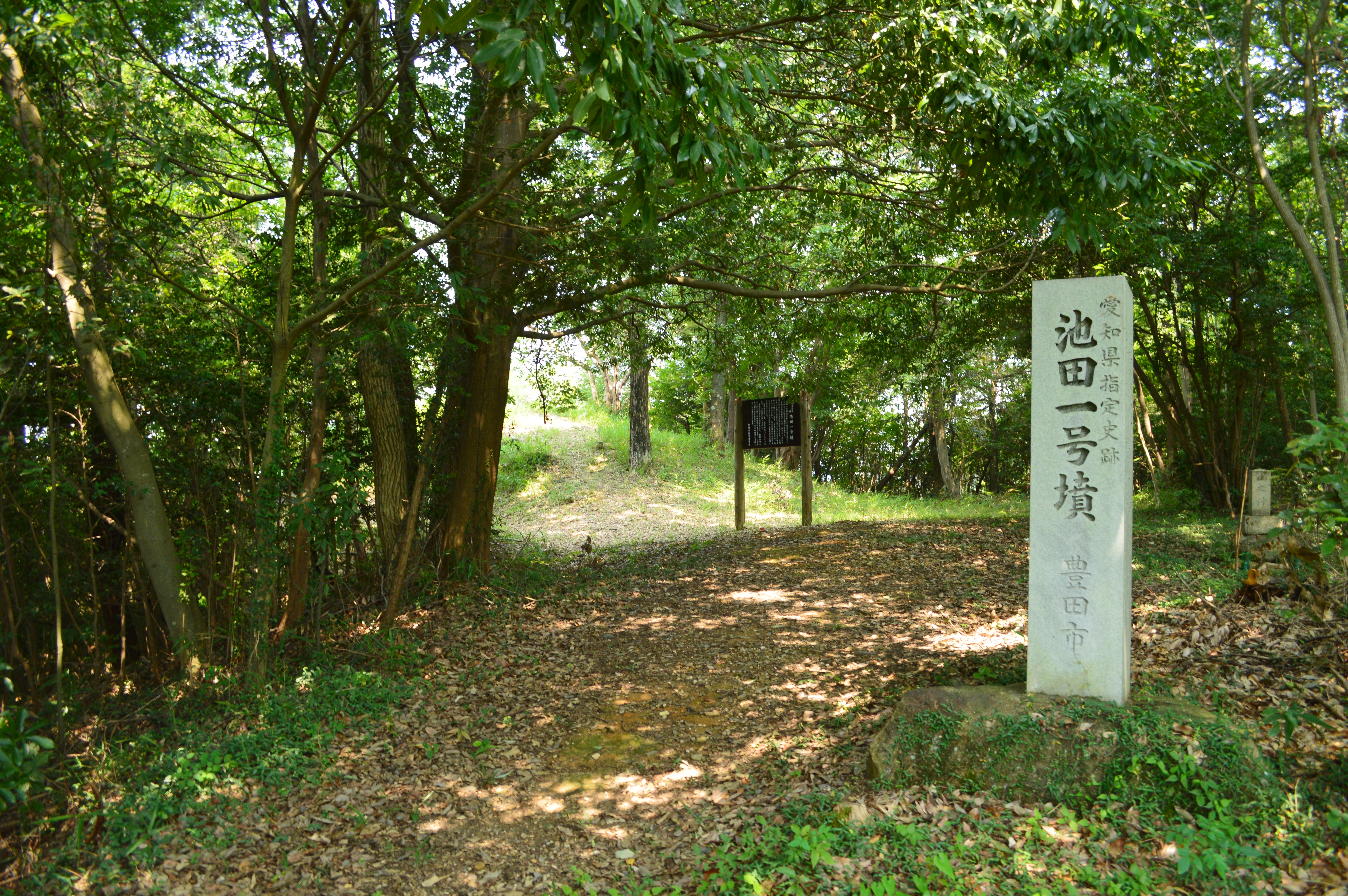
池田1号墳 （猿投町、2019年（令和元年）8月）

市指定史跡
- 稲武大安寺遺跡 - 縄文時代前期、大安寺管理。
- 宮口古墳群 - 古墳時代後期、個人管理。
- 挙母城（桜城）隅櫓跡 - 江戸時代中期、豊田市管理。
- 挙母城（七州城）隅櫓跡 - 江戸時代中期、豊田市管理。
- 挙母藩内藤家墓所 - 江戸時代、洞泉寺管理。
- 御内平古墳 - 古墳時代後期、深見町管理。
- 市場城址 - 室町時代後期、豊田市管理。
- 寺部城跡 - 江戸時代、豊田市管理。
- 車塚古墳 - 古墳時代中期、個人管理。
- 守綱寺渡辺家墓所 - 江戸時代、守綱寺管理。
- 酒呑ジュリンナ遺跡 - 縄文時代草創期、個人管理。
- 松平城山城跡 - 室町時代、個人管理。
- 神郷下遺跡 - 縄文時代晩期、豊田市管理。
- 神明遺跡台地 - 縄文時代～奈良時代、豊田市管理。
- 随応院渡辺家墓所 - 江戸時代、随応院管理。
- 川手城址 - 江戸時代、個人管理。
- 曽根遺跡 - 縄文時代中期・晩期、豊田市管理。
- 大窪遺跡 - 縄文時代～室町時代、志賀町管理。
- 堤第1号古墳 - 古墳時代後期、個人管理。
- 堤第2号古墳 - 古墳時代後期、個人管理。
- 馬ノ平遺跡 - 縄文時代～奈良、個人管理。
- 馬場瀬古墳群 - 古墳時代、豊田市・馬場瀬神社管理。
- 八柱社古墳 - 古墳時代中期、八柱神社管理。
- 武節古城址 - 江戸時代、個人管理。
- 武節城址 - 江戸時代、八幡神社・個人管理。
- 鈴木正三遺跡 - 江戸時代前期、恩真寺管理。

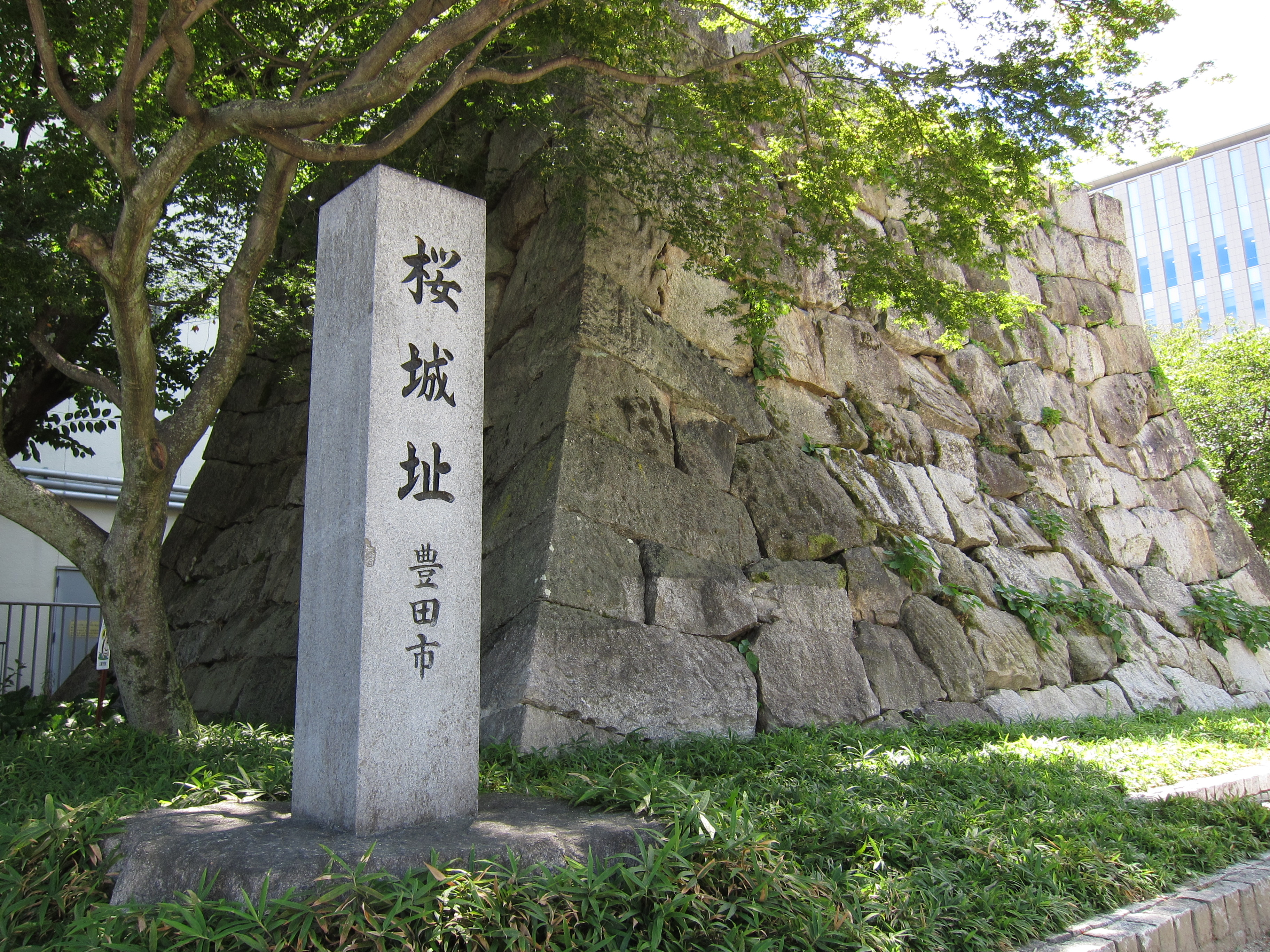
挙母城（桜城）址 （元城町、2010年（平成22年）8月）
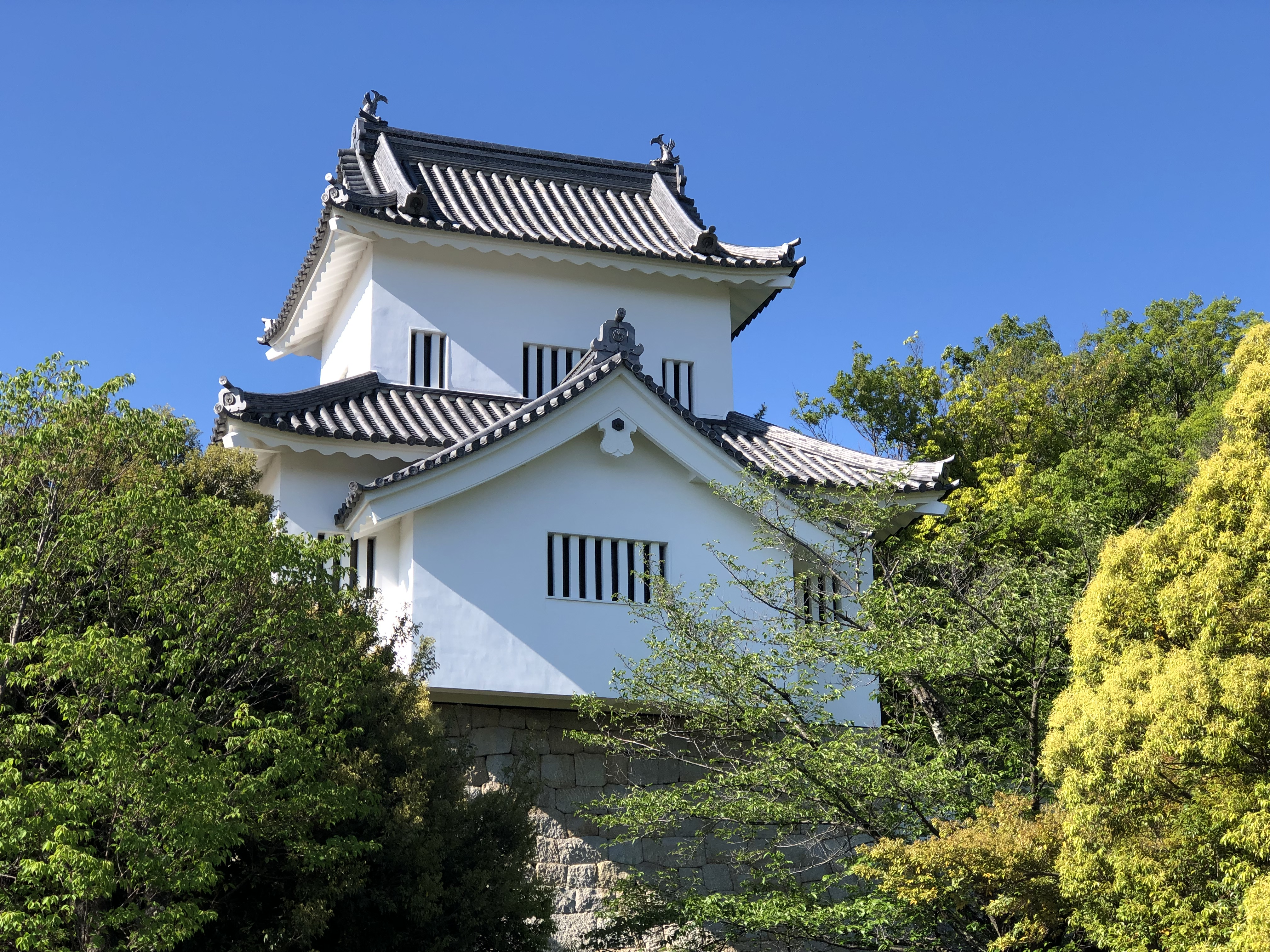
挙母城（七州城）復元隅櫓 （小坂本町、2019年（令和元年）5月）
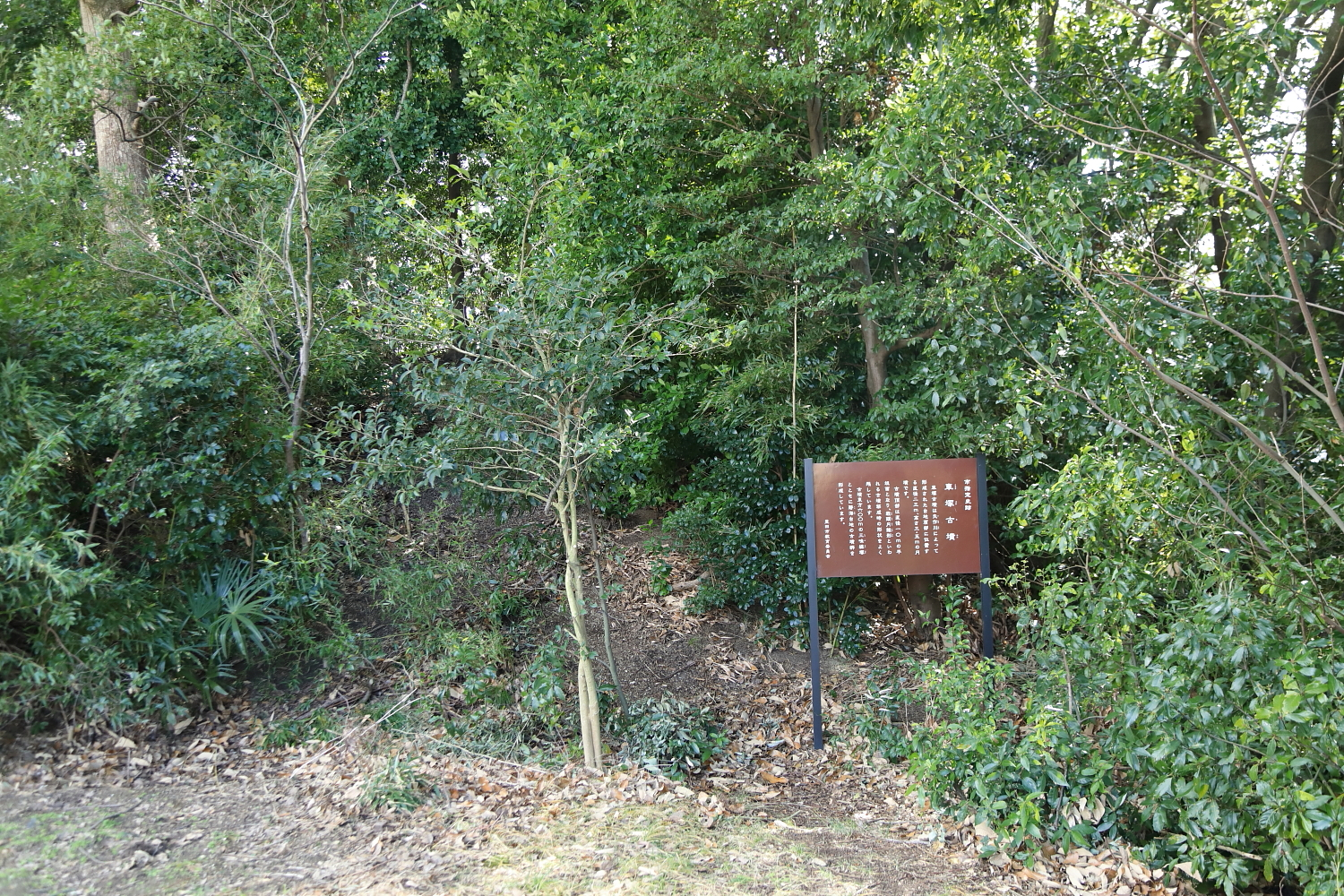
車塚古墳 （上郷町、2019年（平成31年）2月）
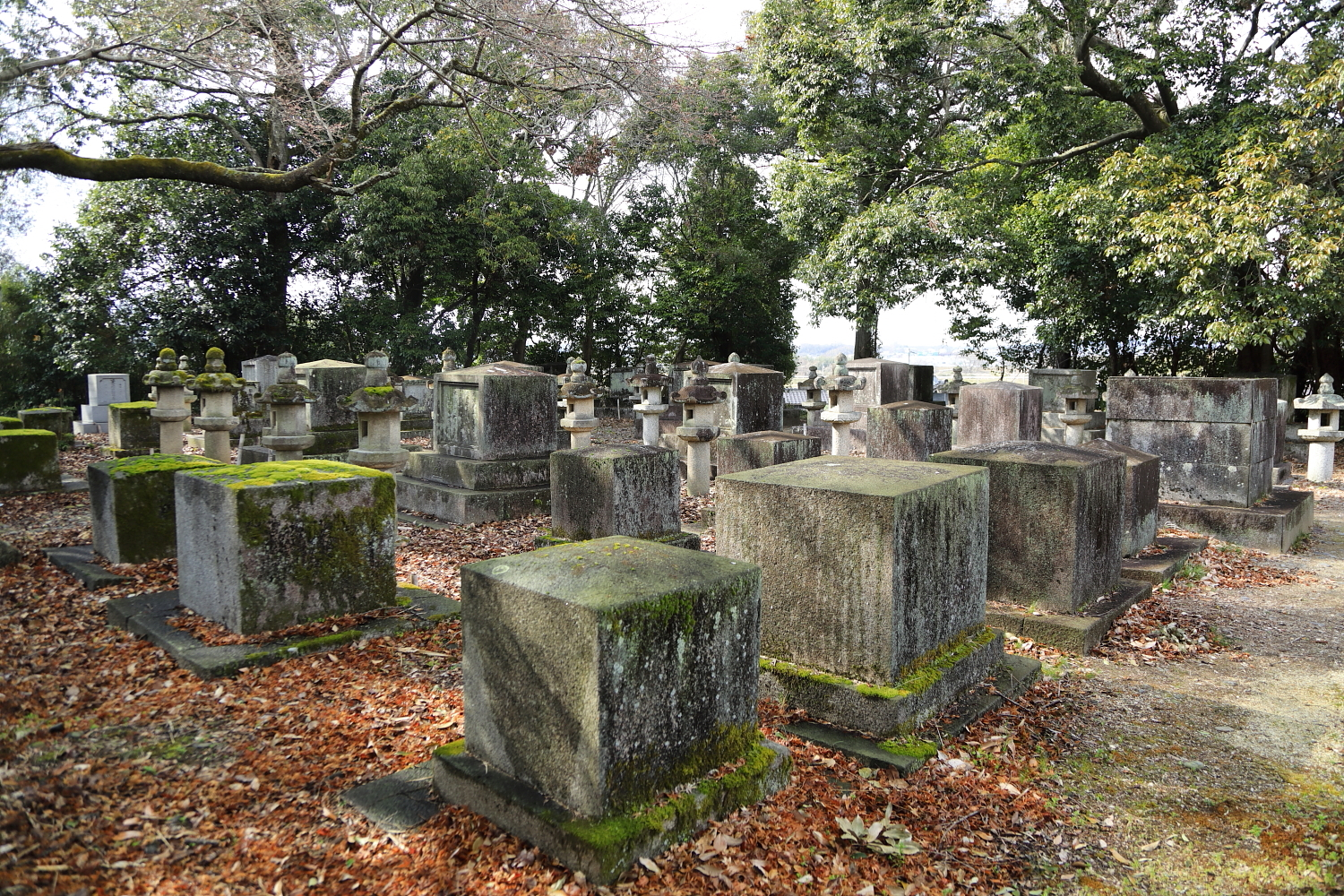
守綱寺渡辺家墓所 （寺部町、2019年（平成31年）3月）
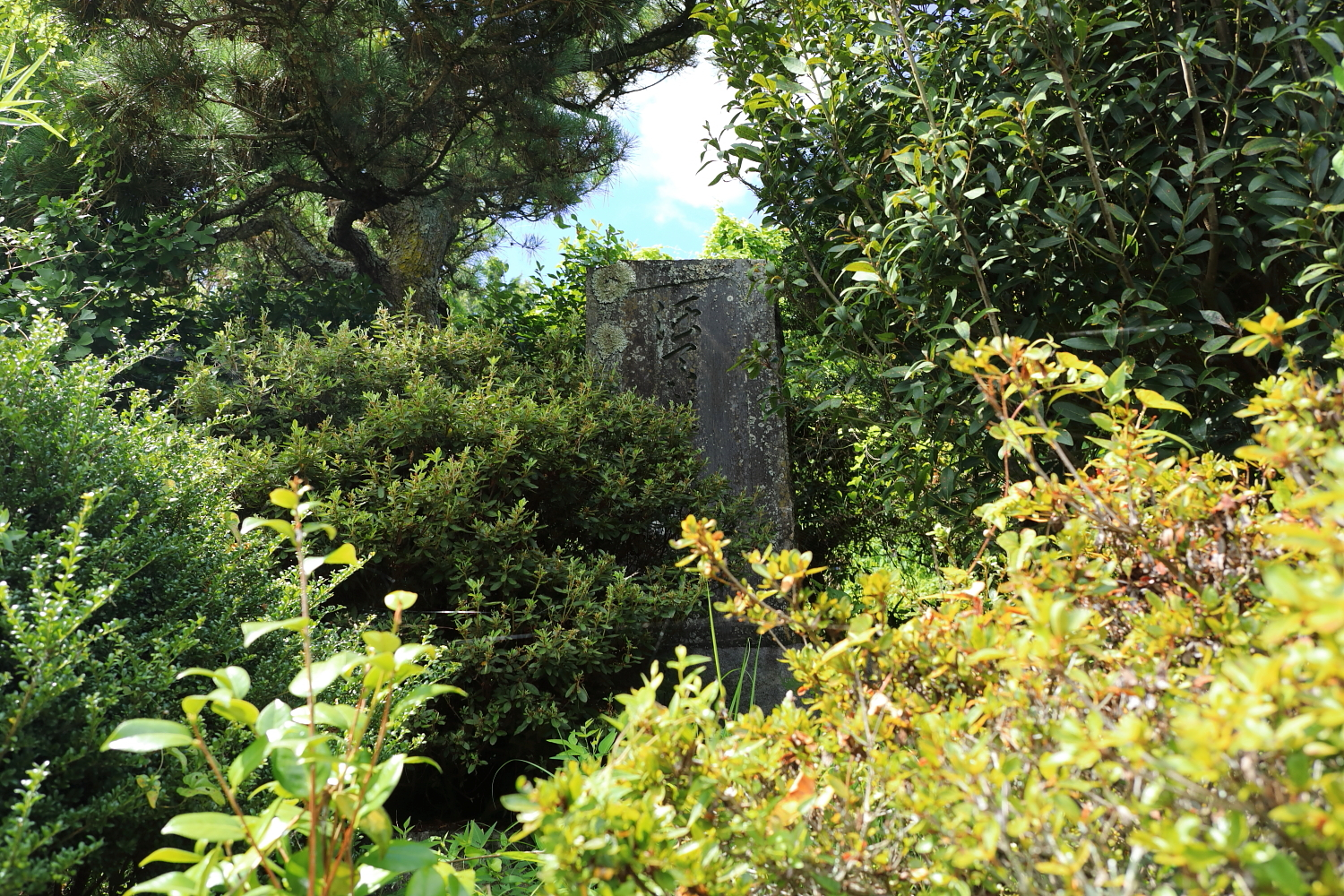
酒呑ジュリンナ遺跡碑 （幸海町、2019年（令和元年）8月）
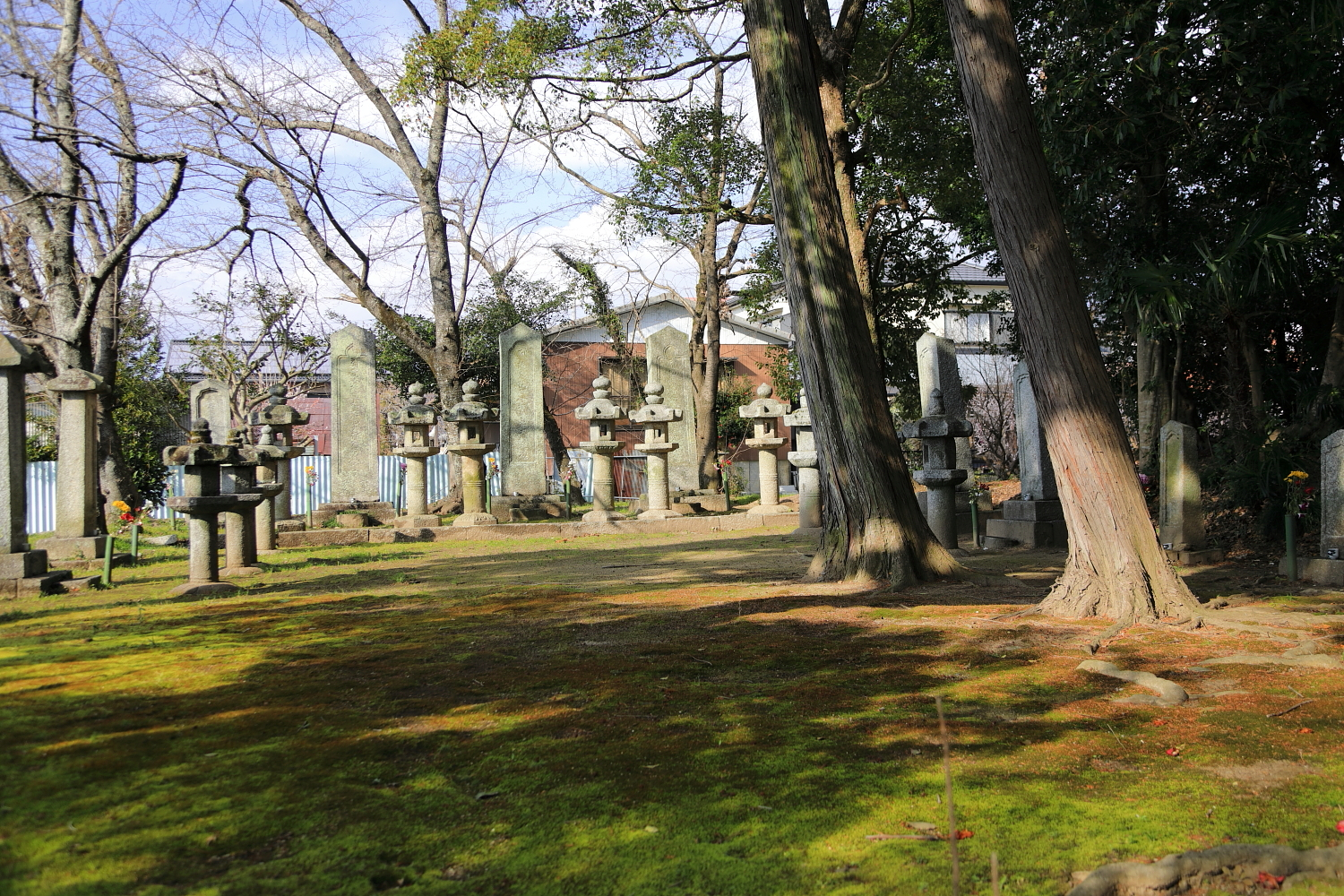
隨應院渡辺家墓所 （寺部町、2019年（平成31年）3月）
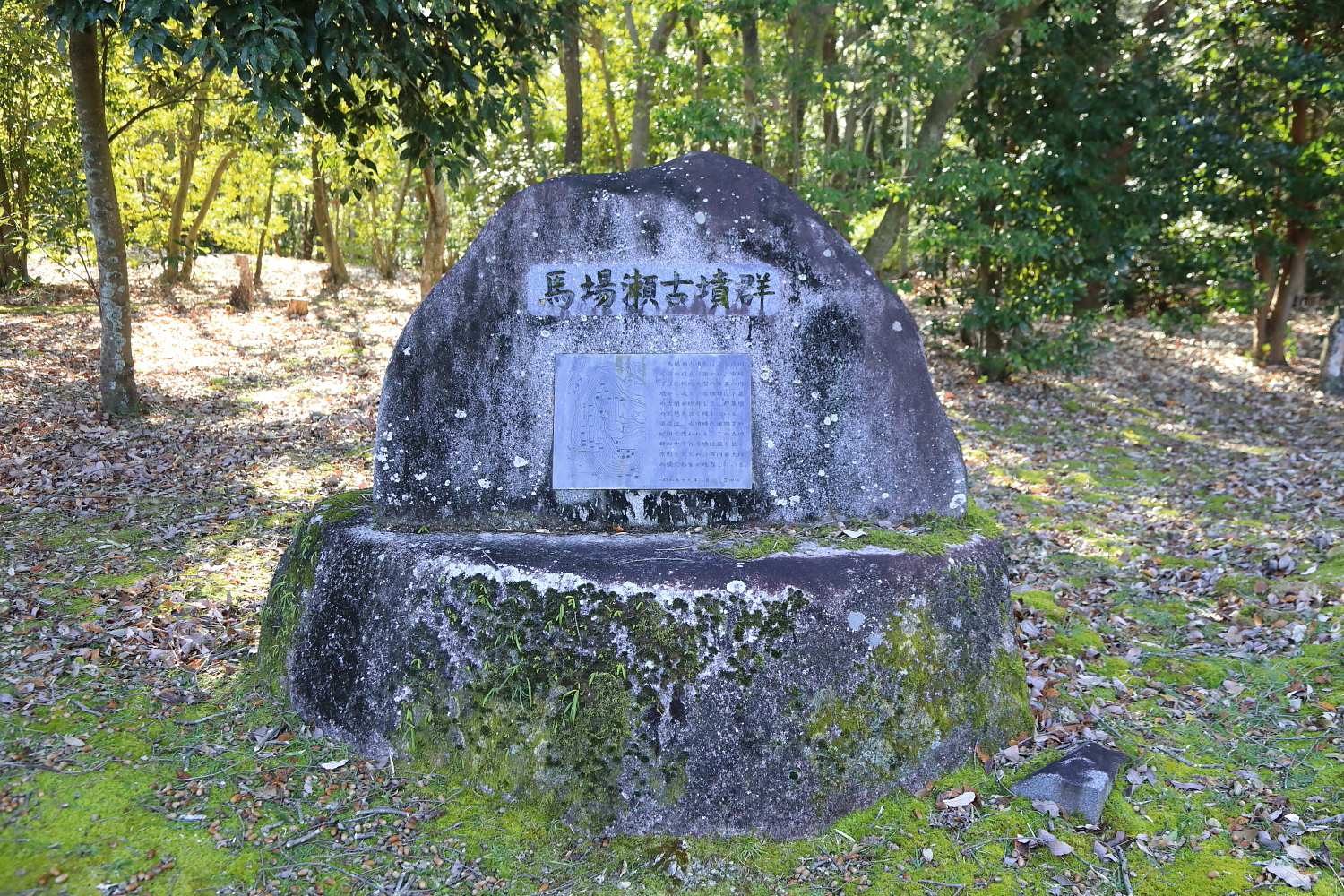
馬場瀬古墳群碑 （平戸橋町、2019年（平成31年）1月）
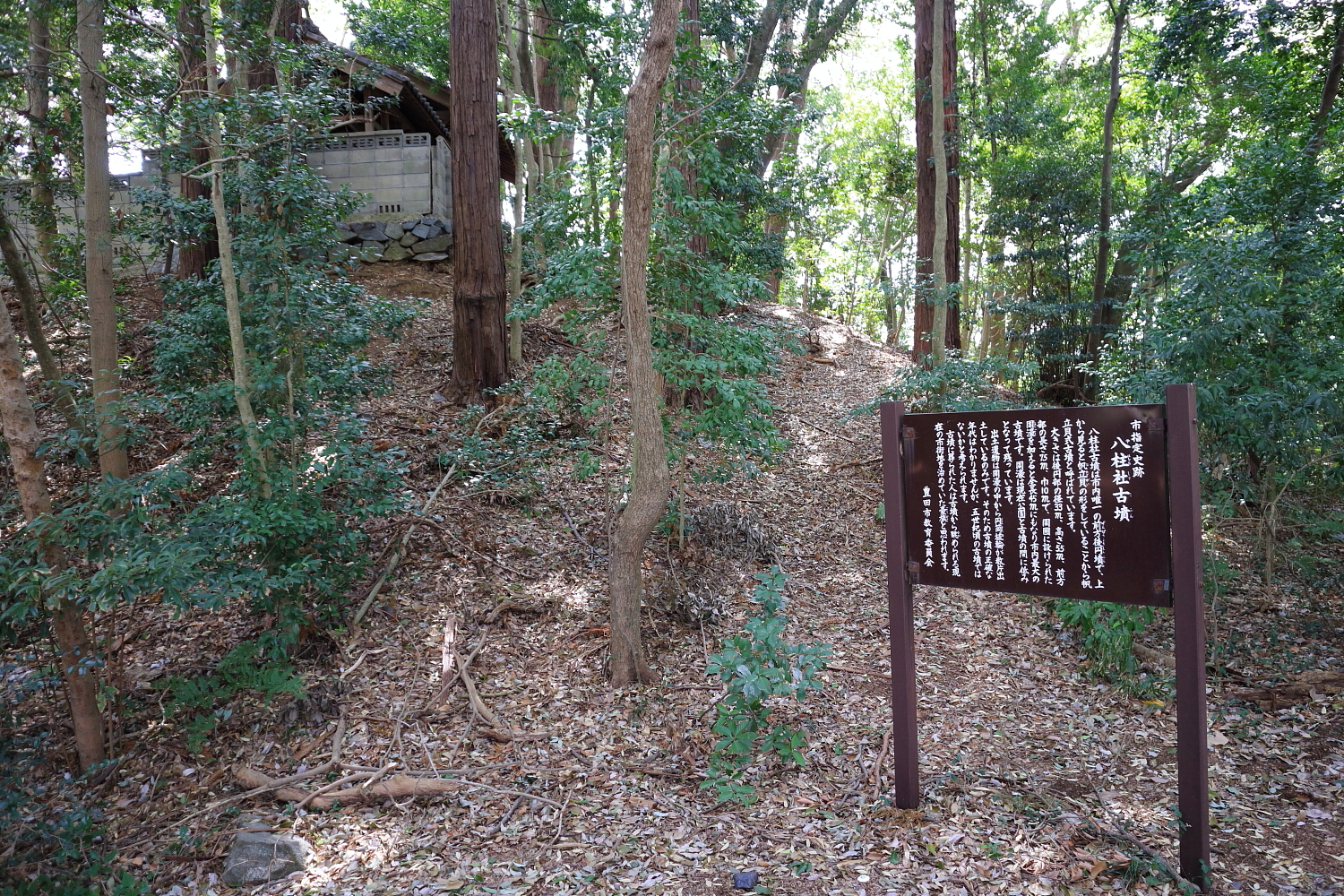
八柱社古墳 （森町、2019年（平成31年）3月）
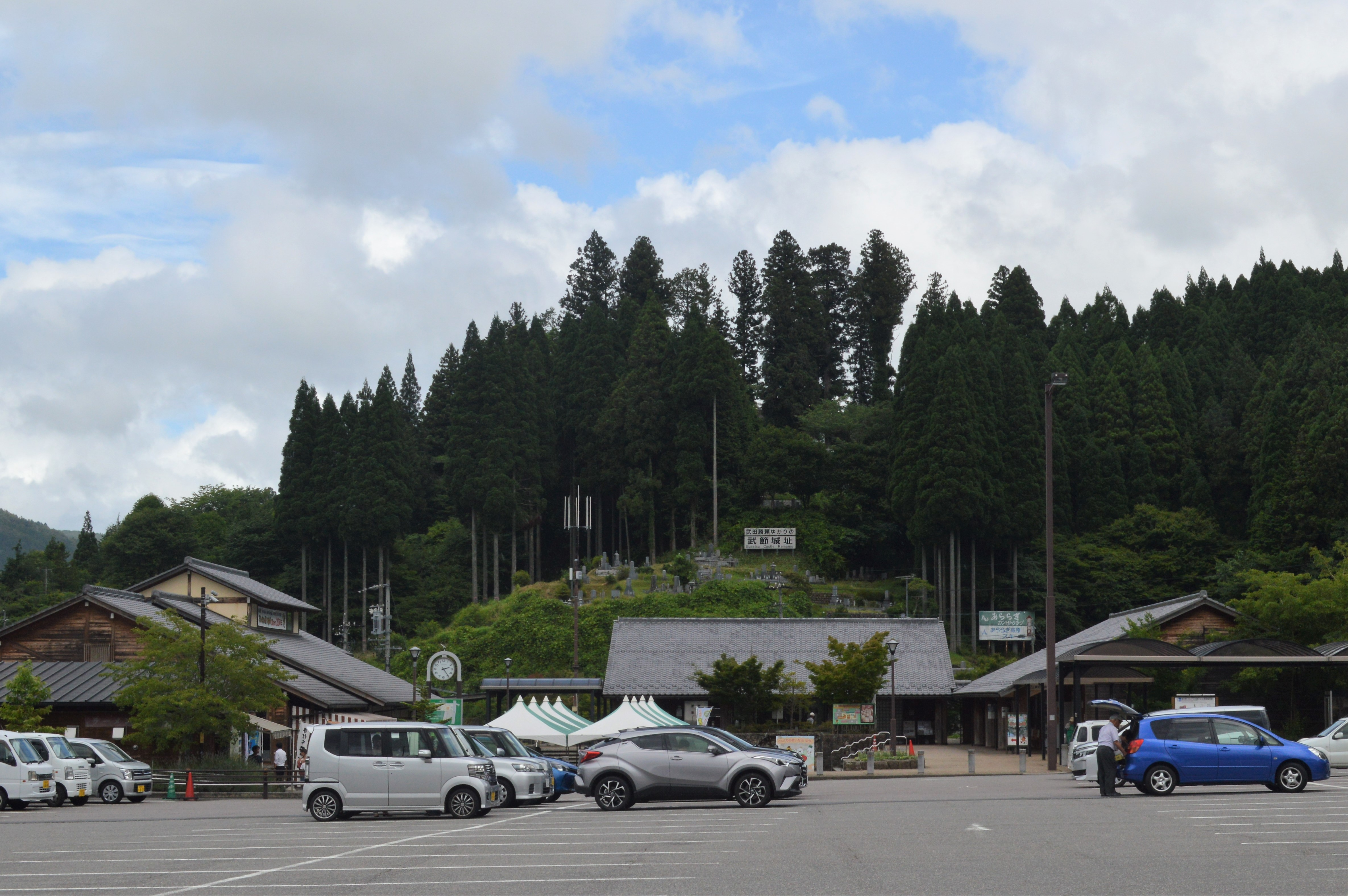
武節城址遠景 （武節町、2018年（平成30年）6月）
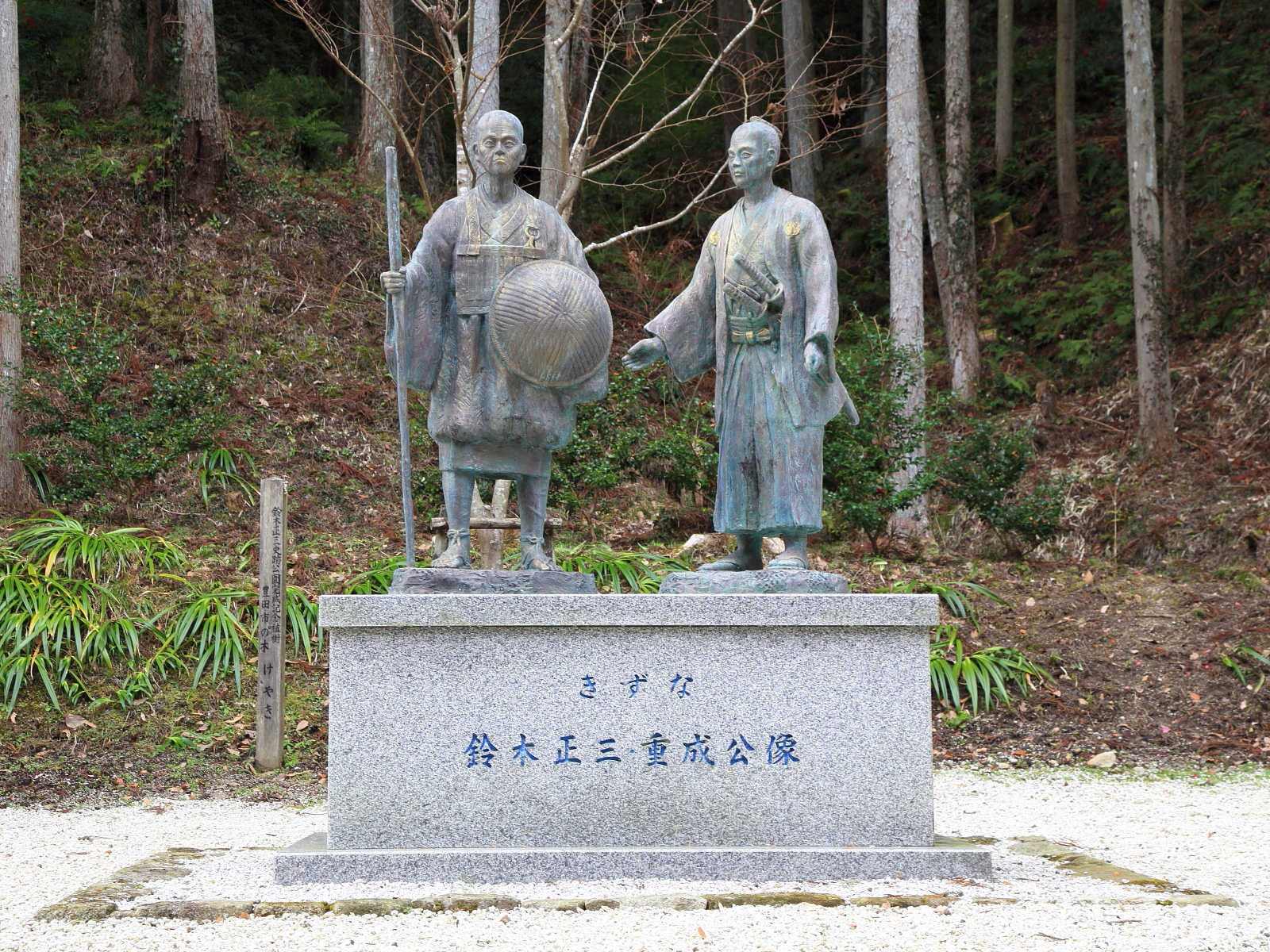
鈴木正三史跡公園にあるブロンズ像 （則定町、2012年（平成24年）1月）

#### 名勝

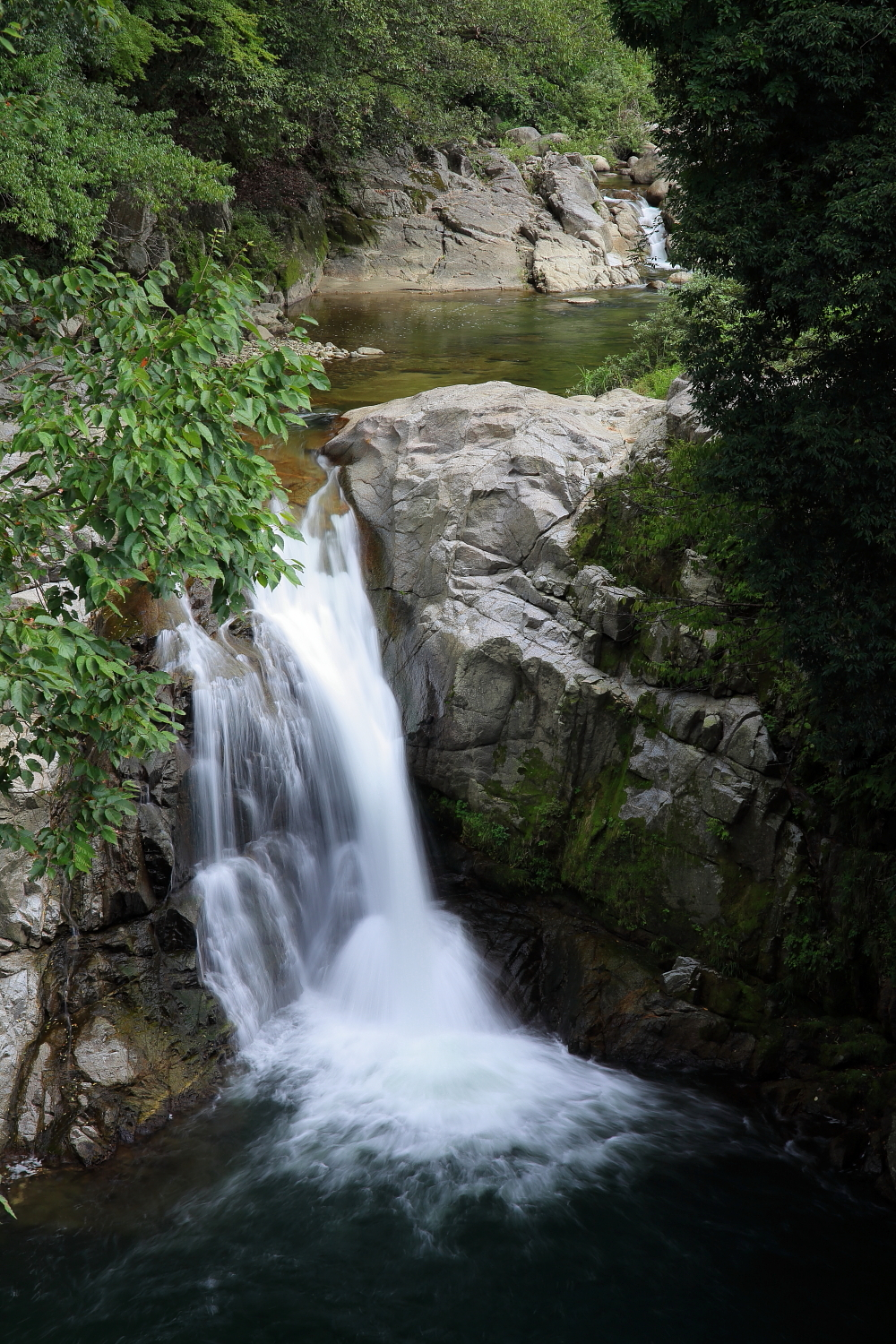
大滝 （2013年（平成25年）9月）

国の名勝
- 旧龍性院庭園 - 時期不詳、豊田市管理。

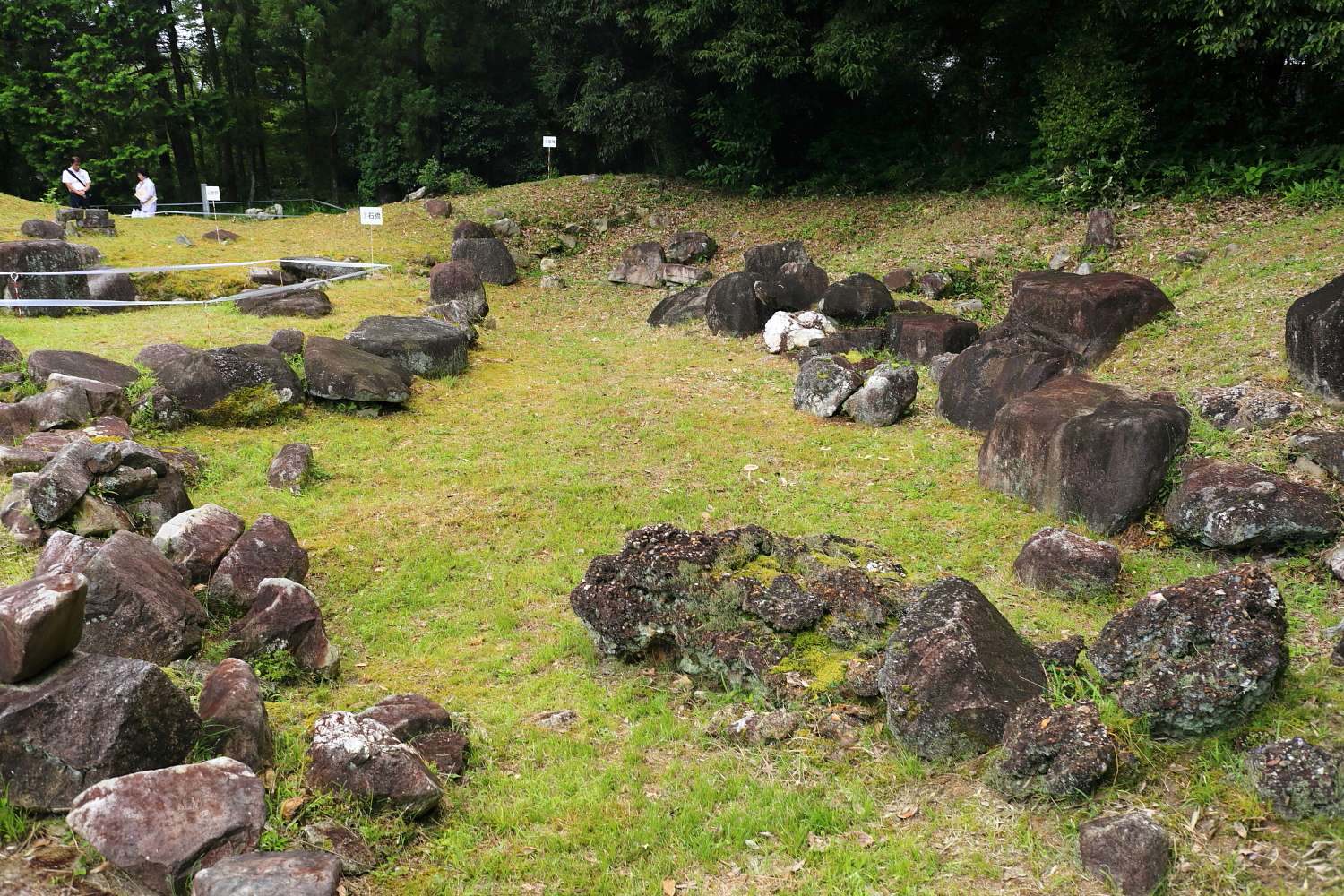
旧龍性院庭園 （猿投町、2019年（令和元年）7月）

市指定名勝
- 大滝 - 愛知県・中部地方建設局管理。

- 大滝
（2013年（平成25年）9月）

#### 天然記念物
国の天然記念物
- 猿投山の球状花崗岩 - 豊田市管理。
- 杉本の貞観スギ - 樹齢1100年（伝承）、豊田市管理。

- 杉本の貞観スギ
（杉本町、2019年（令和元年）8月）

県指定天然記念物
- 伊熊神社の社叢
- 琴平のシデコブシ自生地 - 個人管理。
- 玄武岩（亀の甲石） - 豊田市管理。
- 時瀬のイチョウ - 神明神社管理。
- 小原村前洞のシキザクラ - 個人管理。
- 瑞龍寺のシダレザクラ
- 足助のヒメハルゼミ

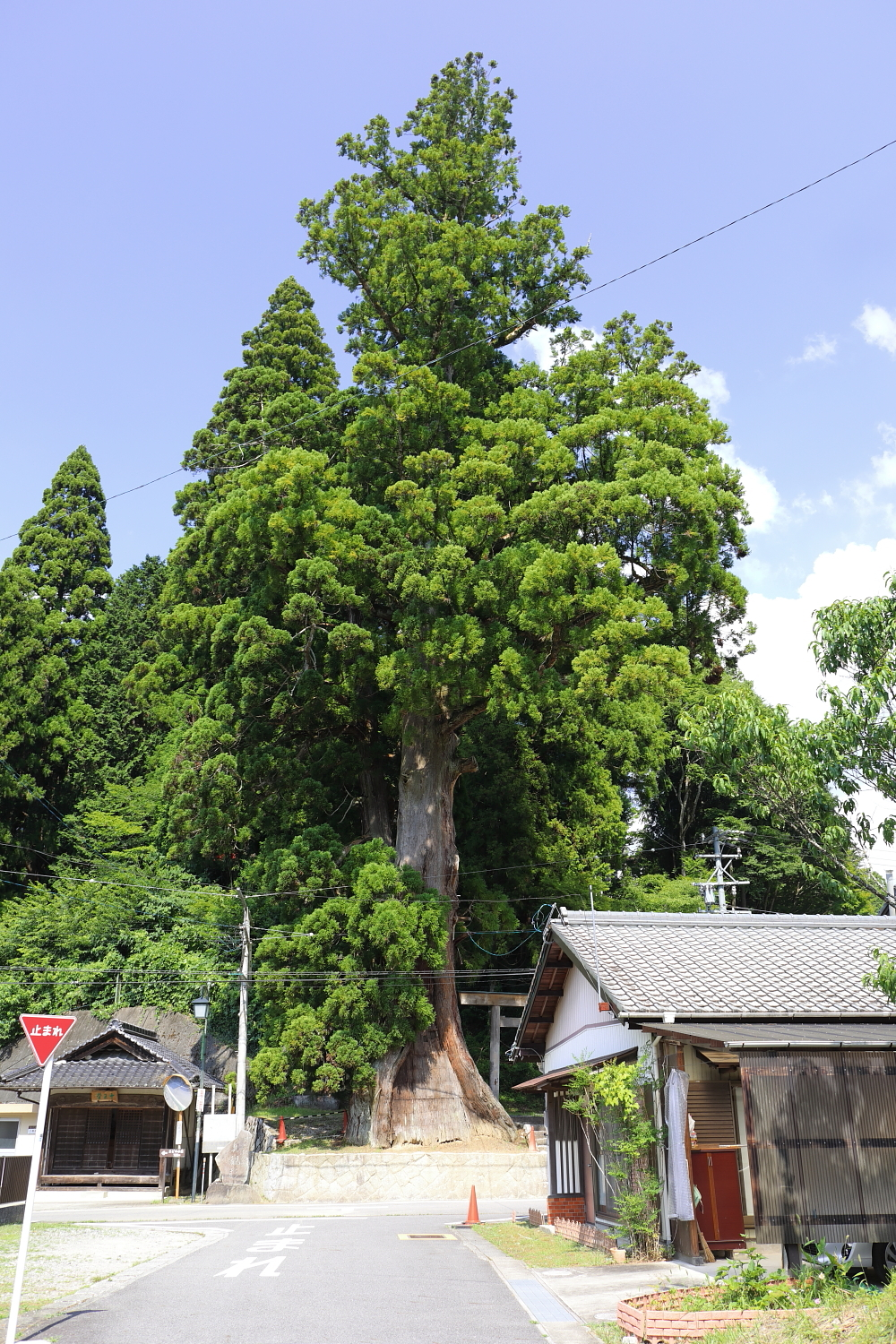
杉本の貞観スギ （杉本町、2019年（令和元年）8月）

- 大野瀬の子持カツラ - 大野瀬財産区管理。
- 八柱神社の樟
- 八幡のサクライソウ・ツクバネ自生地 - 八幡神社管理。

- 玄武岩（亀の甲石）
（大野瀬町、2019年（令和元年）8月）
- 八柱神社の樟
（畝部東町、2019年（平成31年）2月）

市指定天然記念物
- 津島神社のいちょう - 樹齢250年。
- 常福寺のいちょう - 樹齢300年。
- 妙義神社いちょう - 樹齢350年。
- 教聖寺のイチョウノキ
- ウシモツゴ
- 津島神社のかごの木 - 樹齢300年
- 市場のカスミザクラ - 豊田市管理。

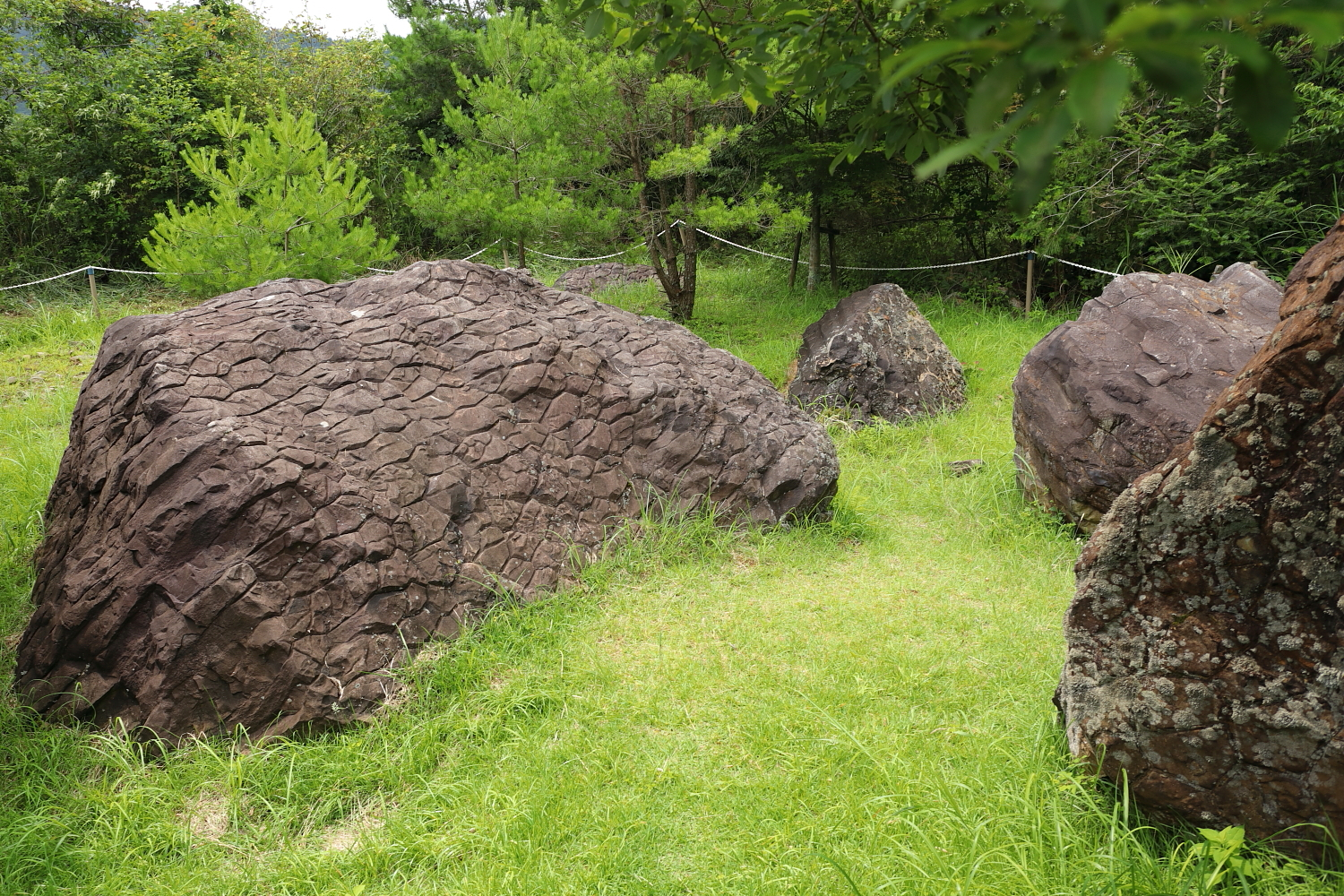
玄武岩（亀の甲石） （大野瀬町、2019年（令和元年）8月）
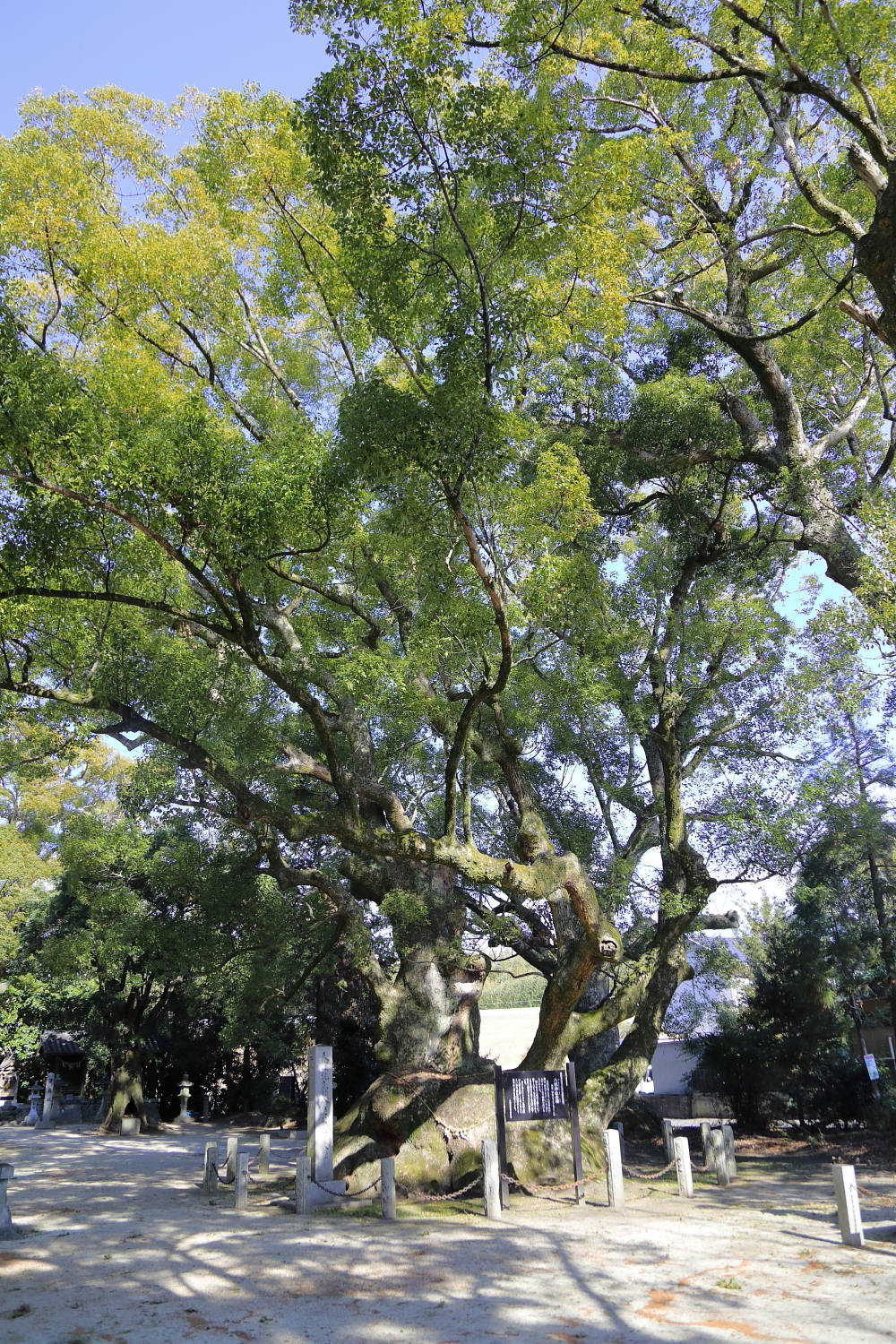
八柱神社の樟 （畝部東町、2019年（平成31年）2月）

- 田津原のかや - 樹齢500年、個人管理。
- 田津原のかや - 樹齢500年、個人管理。
- カワバタモロコ
- 押井のけやき - 樹齢300年、個人管理。
- 田津原のしだれざくら - 樹齢350年、個人管理。
- シラヒゲソウ自生地 - 個人管理。
- 慈眼寺のすぎ - 樹齢350年。
- 津島神社のすぎ - 樹齢500年。
- 小馬寺のすぎ - 樹齢500年。
- 小馬寺のすぎ - 樹齢500年。
- 妙義神社のつが - 樹齢400年。
- 小原北のバイケイソウ
- 惣田のひのき - 樹齢300年、個人管理。
- 小馬寺のぶな - 樹齢500年、
- 小馬寺のぶな - 樹齢500年、
- 小原大倉のベニエドヒガン - 個人管理。
- 教聖寺のボダイジュ
- 池島町のむく - 樹齢350年、個人管理。
- 易往寺のクロガネモチ
- 宇連野のシャクナゲ - 個人管理。
- 羽布のカヤ - 個人管理。
- 羽布のブナ - 個人管理。
- 押山のイヌツゲ - 個人管理。
- 横川のエノキ - 個人管理。
- 下川口のいちょう - 天神社管理。
- 花沢のケヤキ - 個人管理。
- 賀茂原神社のスギ
- 楽圓寺のカヤ - 樹齢500年。
- 岩谷のツガ - 樹齢400年、安勝院管理。
- 吉平のヒイラギ - 個人管理。
- 宮代のイチイ - 個人管理。
- 宮代のクスノキ - 個人管理。
- 宮代のハチヤガキ - 個人管理。
- 挙母神社の樟 - 樹齢650年。
- 金剛寺のシダレザクラ
- 五反田の二本スギ - 樹齢600年、八幡神社管理。
- 御作のケヤキ - 八柱神社管理。
- 御作のサザンカ - 個人管理。
- 御作のスギ - 八柱神社管理。
- 三箇のシラカシ - 個人管理。
- 三箇のカヤ - 個人管理。
- 山中若宮神社のカシの群生 - 若宮神社管理。
- 四ツ松のアカメヤナギ - 樹齢300年（伝承）。
- 小原北の枝垂れザクラ - 個人管理。
- 七色木 - 津島神社管理。
- 若宮神社の樟 - 樹齢700年、若宮八幡社管理。
- 小松野のカヤ - 個人管理。
- 小田木のエノキ - 個人管理。
- 小田木のカヤノキ - 個人管理。
- 上仁木諏訪神社のシラカシ - 諏訪神社管理。
- 親子スギ - 盤照神社管理。
- 西市野々のアカガシ - 八剣神社管理。
- 折平のコウヨウサン - 向陽寺管理。
- 専休寺のイブキ - 樹齢150年。
- 専蔵寺のツバキの生け垣
- 足助八幡宮のイチョウ
- 足助八幡宮のスギ - 樹齢500年。
- 大安寺のシダレザクラ
- 大草日通しのヒノキ - 熊野神社管理。
- 大洞のスギ - 白山神社管理。
- 大洞のツガ - 白山神社管理。
- 大日堂のスギ - 樹齢600年、大日堂管理。
- 大平のサカキ - 白山神社管理。
- 大平のヒノキ - 白山神社管理。
- 大野瀬神社のイチョウ - 大野瀬神社管理。
- 大林のケヤキ - 個人管理。
- 大林のヤマザクラ - 個人管理。
- 沢田のシラカシ - 八柱神社管理。
- 田振のアベマキ - 樹齢130年、神明社管理。
- 田代のナナイロノキ - 個人管理。
- 田代の二本スギ - 八幡神社管理。
- 東尾のヒイラギ - 個人管理。
- 等順寺のイチョウ
- 巴川の甌穴 - 愛知県管理。
- 白山神社のスギ
- 白山神社のスギ
- 白山神社のタブノキ
- 八柱神社の樟 - 樹齢300年。
- 八幡神社のスギ・ヒノキ合体木 - 稲橋八幡神社管理。
- 百日紅 - 樹齢300年閑羅瀬町。
- 平勝寺のスギ - 樹齢300年。
- 平瀬のヒノキ - 八幡神社管理。
- 峰森神社のコウヤマキ
- 野入神社のスギ
- 有洞のサワラ - 樹齢1200年（伝承）、薬師堂管理。
- 簗平のカゴノキ - 盤照神社管理。
- 猿投山のカツラ - 猿投山共有林運営協議会管理。

### 祭事・催事

#### 主な祭事

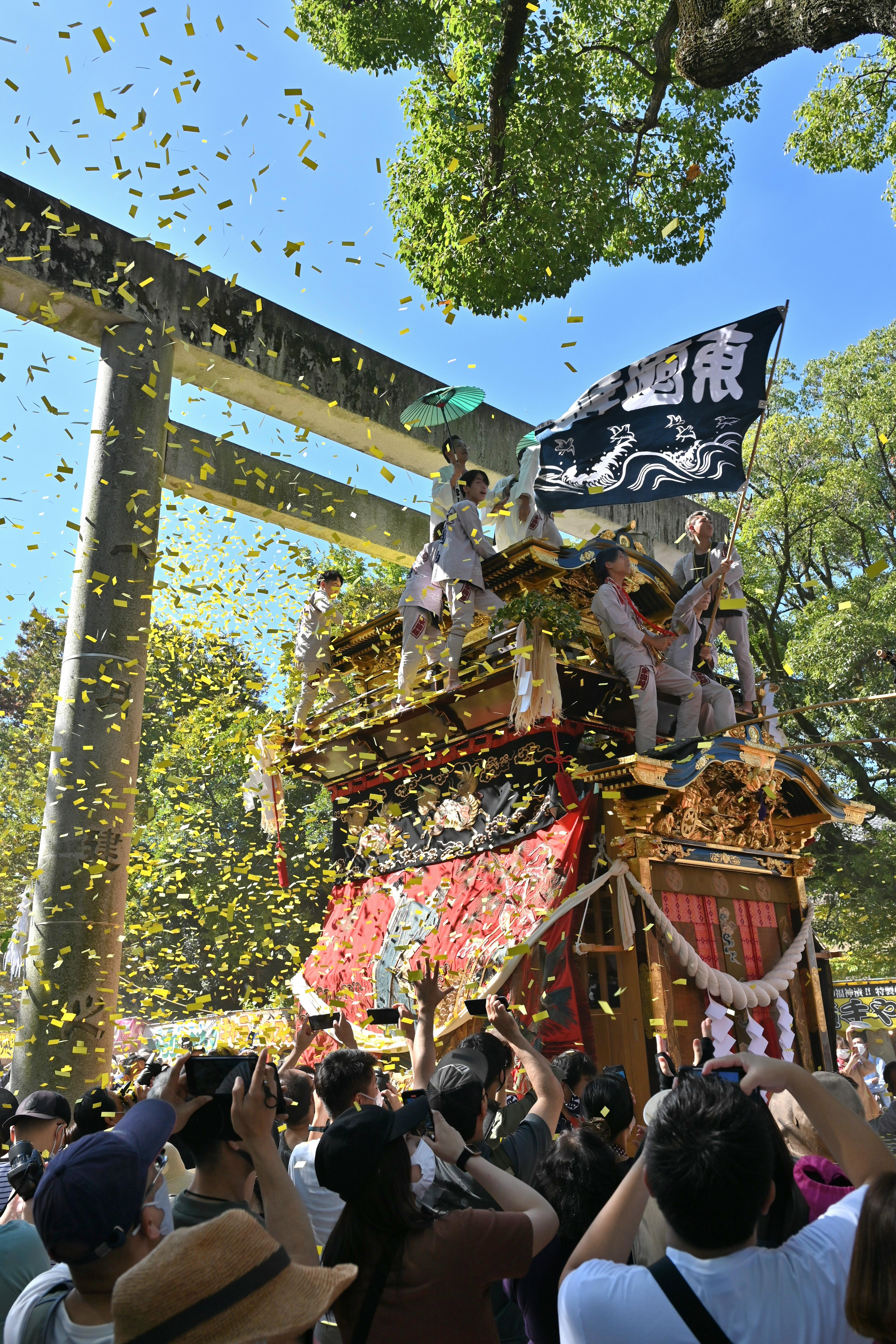
挙母祭り

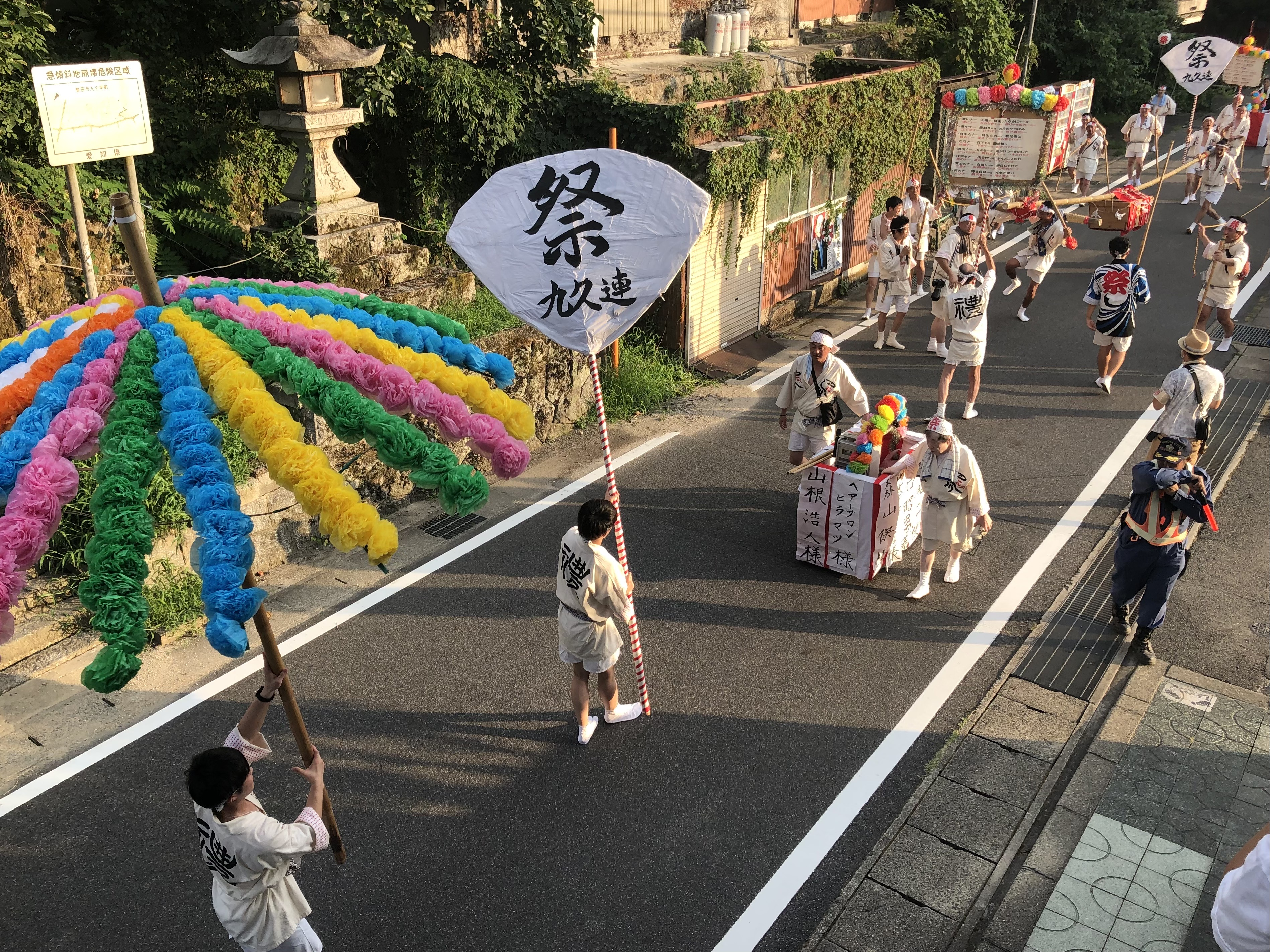
巴川金魚花火

- 豊田おいでんまつり - パレードと花火大会が特徴
- 猿投祭 - 郷土芸能の棒の手が見所
- 挙母祭り - 江戸時代から続く祭りで、8台の山車が織りなす
- 綾渡の夜念仏と盆踊 - 重要無形民俗文化財
- 松平東照宮例祭[40]。
- 天下祭 - 松平親氏の偉業を称える裸祭りの一種で、毎年2月の第2日曜日に行われる。下帯姿になった厄年の男性たちが、触れると厄が祓われるという木製の玉（「水玉」と呼ばれる）を奪い合う[40]。
- 巴川金魚花火 - 松平地区の伝統行事である金魚花火を復活開催したイベント

#### 主な催事
- 中馬のおひなさん

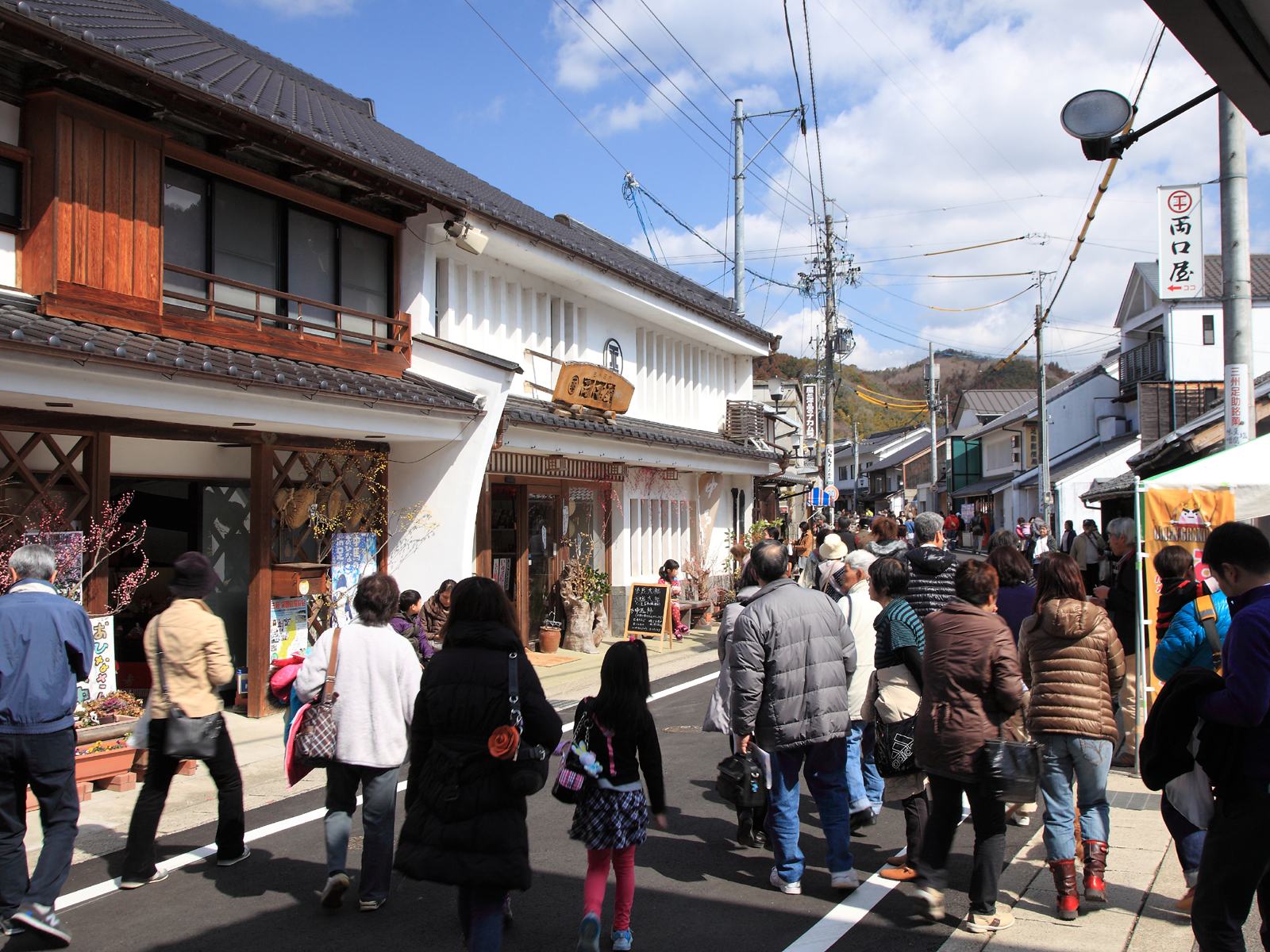
中馬のおひなさん

- ダンロップワールドチャレンジテニストーナメント
- 中京テレビ・ブリヂストンレディスオープン
- 豊田国際体操競技大会
- 豊田国際ユースサッカー大会

### 名物・名産
- 小原和紙
- からすみ
- 五平餅
- 自動車

### スポーツチーム

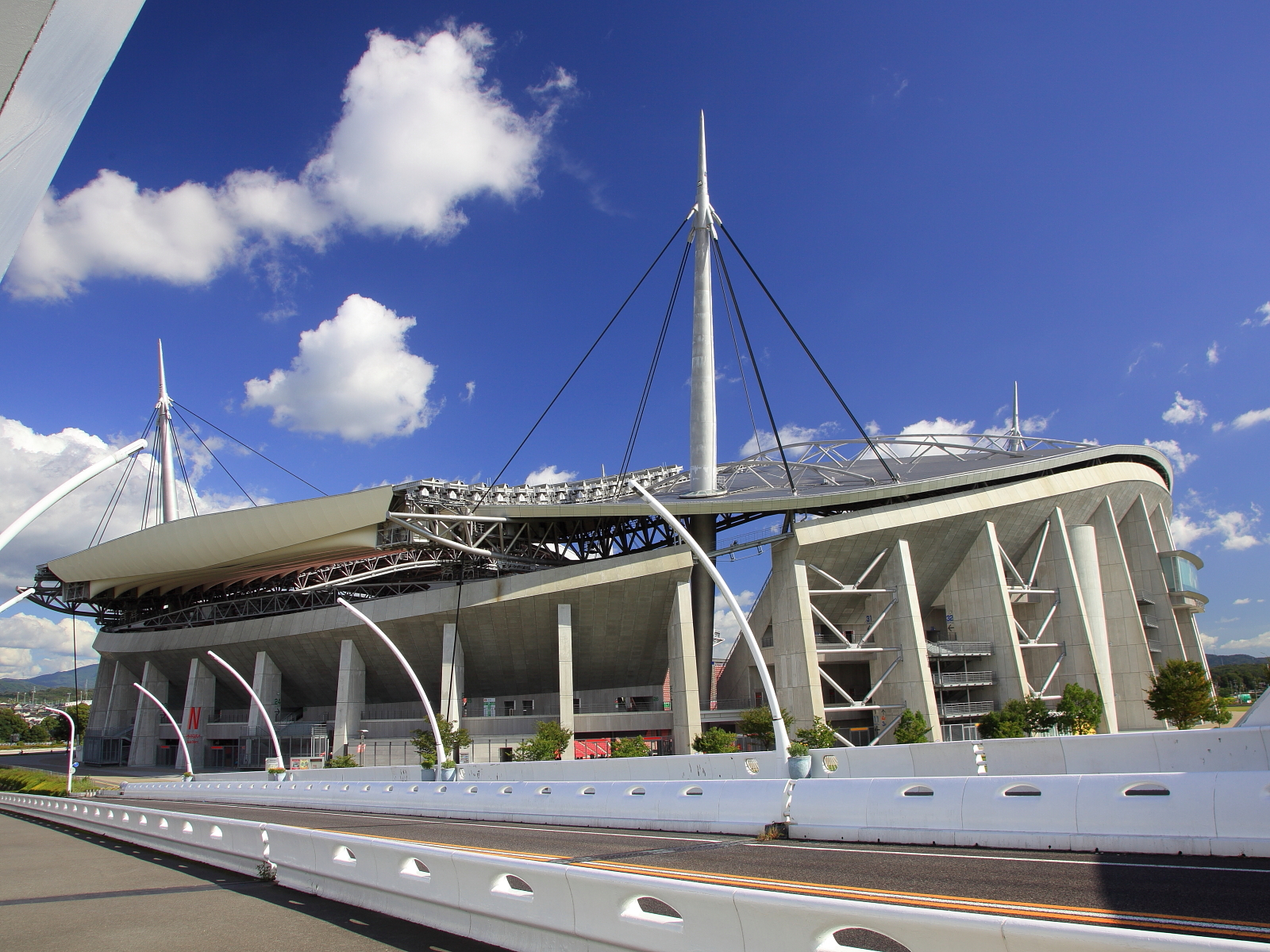
豊田スタジアム

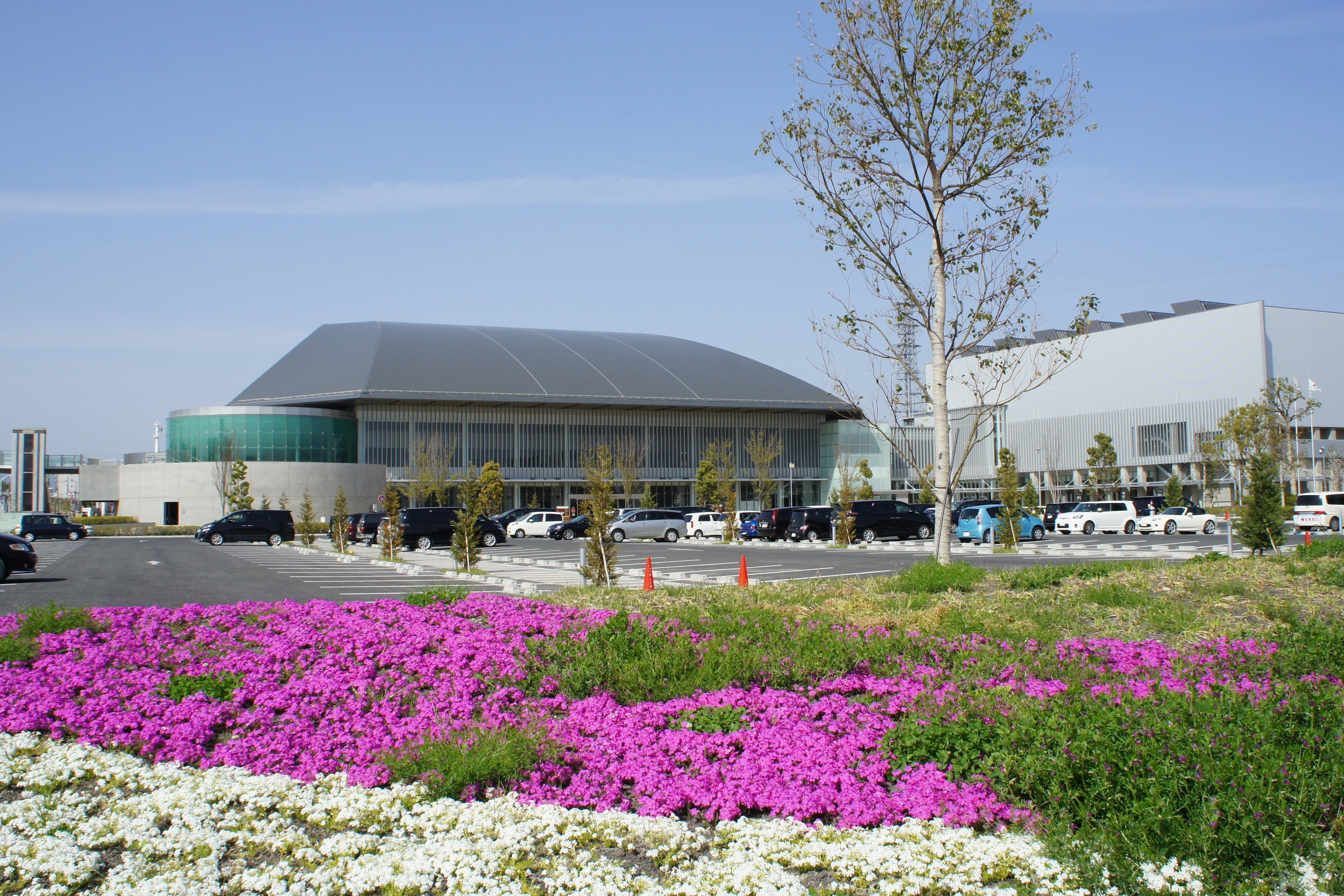
スカイホール豊田

男子
| 名称                           | 競技種目               | 所属リーグ                 | 本拠地                                | 運営会社・団体         | 設立   |
| ------------------------------ | ---------------------- | -------------------------- | ------------------------------------- | ---------------------- | ------ |
| トヨタヴェルブリッツ           | ラグビー               | ジャパンラグビーリーグワン | トヨタスポーツセンター                | トヨタ自動車           | 1941年 |
| トヨタ自動車サンホークス       | バレーボール           | Vリーグ・V2リーグ          | トヨタスポーツセンター                | トヨタ自動車           | 1946年 |
| トヨタ自動車レッドクルーザーズ | 野球                   | JABA（社会人野球）         | トヨタスポーツセンター                | トヨタ自動車           | 1947年 |
| トヨタ自動車グリフィンズ       | ハンドボール           | JHL                        | トヨタスポーツセンター                | トヨタ自動車           | 1970年 |
| キリックス豊田ブルファイターズ | アメリカンフットボール | Xリーグ・X2リーグ          | 豊田市運動公園                        | キリックスグループ     | 1974年 |
| 豊田通商ブルーウィング         | ラグビー               | トップウェスト             | 藤岡グラウンド                        | 豊田通商               | 1980年 |
| 名古屋グランパスエイト         | サッカー               | Jリーグ・J1リーグ          | パロマ瑞穂スタジアム 豊田スタジアム   | 名古屋グランパスエイト | 1991年 |
| シーホース三河                 | バスケットボール       | Bリーグ・B1リーグ          | ウィングアリーナ刈谷 スカイホール豊田 | シーホース三河         | 1947年 |

女子
| 名称                       | 競技種目     | 所属リーグ        | 本拠地                 | 運営会社・団体 | 設立   |
| -------------------------- | ------------ | ----------------- | ---------------------- | -------------- | ------ |
| トヨタレッドテリアーズ     | ソフトボール | JDリーグ          | トヨタスポーツセンター | トヨタ自動車   | 1948年 |
| トヨタ自動車ヴァルキューレ | バレーボール | Vリーグ・V2リーグ | トヨタスポーツセンター | トヨタ自動車   | 1950年 |

## 出身関連著名人
五十音順に各項目で記載。

### 出身著名人

#### 武家
- 安藤早太郎（新撰組副長助勤）
- 松平親氏（松平家（徳川家）の始祖）
- 鈴木重成 (則定鈴木家 天草代官 兄は鈴木正三)
- 榊原康政　(徳川氏の家臣　徳川四天王の一人)
- 松下之綱（遠江久野藩初代藩主　大名）
- 足助重範 (南北朝時代の武家　笠置山の戦いの天皇方総大将)

#### 文化・芸術
- 阿部夏丸（作家）
- いしかわじゅん（漫画家・小説家・エッセイスト・漫画評論家）
- 磯谷友紀（漫画家）
- 内田和孝（彫刻家）
- 上坂冬子（ノンフィクション作家）
- 天野千尋（映画監督）
- 近藤和久（漫画家）
- 鈴木正三（江戸時代の思想家・宗教家 弟は鈴木重成）
- 須藤しげる（画家）
- 本多秋五（評論家）
- 牧野義雄（画家）
- 加藤マンヤ（現代美術家）
- 鈴木慎太郎（プロデューサー）

#### 芸能
- 安藤笑（グラビアアイドル）
- 市脇康平（愛媛朝日テレビアナウンサー）
- 犬飼若博（俳優）
- 岩田アッチュ（NIRGILISボーカル）
- 宇井かおり（歌手）
- 植田靖比呂（俳優）
- 小木曽汐莉（元アイドル、元SKE48メンバー）
- 加藤ミリヤ（歌手）
- 光岡昌美（歌手）
- 高木綾子（フルート奏者）
- 天童なこ（競馬アイドル・タレント）
- 西尾悦子（歌手・女優・タレント）
- 細野真由美（作曲家）
- 深津麻弓（富山テレビアナウンサー）
- 松平彩香（歌手）
- KAME&L.N.K（歌手）
- 中垣あかね（ジャズシンガー）
- 荻原尚子（ヴァイオリン奏者）
- 榊原徹士（新選組リアン歌手）
- 福田彩乃（ものまねタレント）
- 加納有沙（フリーアナウンサー）
- 美奈子（タレント）
- 太田博久（お笑い芸人、ジャングルポケットのリーダー・小ボケ担当）
- 石岡真衣（グラビアアイドル、恵比寿マスカッツ）
- ポニー福元（お笑い芸人）
- よしこ（お笑い芸人、ガンバレルーヤのボケ担当。旧藤岡町出身）
- 村井理沙子 (声優)
- 谷元星奈（関西テレビアナウンサー）
- 小坂知里（フリーアナウンサー）
- 花村あづさ（フリーアナウンサー）
- 土井邦裕（気象予報士、気象キャスター）
- 山本衿奈（タレント）

#### 政界・官界・司法
- 伊藤好道（元衆議院議員）
- 伊藤よし子（元衆議院議員）
- 浦野錠平（元衆議院議員）
- 浦野謙朗（元衆議院議員、元猿投村長）
- 浦野幸男（元衆議院議員、労働大臣）
- 浦野烋興（元衆議院議員、科学技術庁長官）
- 大岩勇夫（元名古屋市長、元衆議院議員）
- 岡本実太郎（元衆議院議員）
- 小林錡（元衆議院議員）
- 福岡精一（元衆議院議員）
- 本多鋼治（元衆議院議員）
- 横粂勝仁（元衆議院議員）
- 成瀬幡治（元参議院議員）
- 重徳和彦（衆議院議員）
- 本村伸子（衆議院議員）
- 八木哲也（衆議院議員、環境大臣政務官）
- 渡辺釟吉（挙母市長、挙母町長）
- 鈴木公平（豊田市長）
- 太田稔彦（豊田市長）
- 浦野本一（猿投村長）
- 宇野功人（元大蔵省証券局総務課長補佐）
- 本多則惠（元厚生労働省国際労働交渉官）
- 片桐正博（元愛知県副知事、元名古屋競馬社長）
- 筏津順子（元名古屋高等裁判所部総括判事）

#### 実業界
- 小幡鋹伸（豊田スタジアム社長、全日本トラック協会副会長）
- 佐々木眞一（トヨタ自動車副社長、名古屋グランパスエイト社長、首都高速道路会長、日本科学技術連盟理事長、道路新産業開発機構会長）
- 左右田稔（東建コーポレーション創業者・社長兼会長）
- 曽和利光（人事コンサルタント、株式会社人材研究所代表取締役社長）
- 本多静雄（実業家・陶芸研究家）
- 河合満（トヨタ自動車副社長、日本経営協会副会長、日本プラントメンテナンス協会副会長）
- 前田栄次郎（前田建設工業創業者　一族）

#### 学界
- 佐々木隆治（マルクス経済学者、立教大学経済研究所副所長）
- 中垣俊之（生物学者、北海道大学電子科学研究所所長、イグノーベル賞）
- 兵藤釗（マルクス経済学者、東京大学名誉教授）
- 藤嶋昭（化学者、東京大学特別栄誉教授、豊田市名誉市民、文化勲章、トムソン・ロイター引用栄誉賞）
- 山口敦史（物理学者、金沢工業大学教授）
- 吉村英孝（建築家、日本工業大学准教授、吉岡賞、グッドデザイン賞）
- 吉村靖孝（建築家、早稲田大学教授、吉岡賞）

#### スポーツ選手
- 青柳政司（空手家）
- 市川華菜（短距離走選手）
- ヴィリアメ・ツイドラキ（ラグビー選手）
- 大籔洸太（ラグビー選手）
- 岡本浩二（元プロ野球選手・投手）‐ 阪神タイガース
- 琴光喜啓司（元大相撲力士）‐ 愛知県岡崎市出身だが、出生地は豊田市。
- 嶋の龍福龍（元力士）
- 杉浦忠（元プロ野球選手・投手 / プロ野球指導者） - 南海ホークス・福岡ダイエーホークスなど
- 杉山悟（元プロ野球選手・外野手 / プロ野球指導者） - 中日ドラゴンズ・国鉄スワローズ・近鉄バファローズ
- 橘佳宏（プロバスケットボール選手、富山グラウジーズ）
- 寺尾悟（元ショートトラックスピードスケート選手）
- 十亀剣（元プロ野球選手・投手） - 埼玉西武ライオンズ
- 堂林翔太（プロ野球選手・内野手） - 広島東洋カープ
- 磯村嘉孝（プロ野球選手・捕手） - 広島東洋カープ
- 畔柳亨丞（プロ野球選手・投手） - 北海道日本ハムファイターズ
- 隼源史（空手家、平成の仙人）
- 原江里菜（プロゴルファー）
- 春ノ山竜尚（元力士：松ヶ根部屋）
- 平田洋（元プロ野球選手・投手） - 中日ドラゴンズ（1993年ドラフト会議1位指名）・大阪近鉄バファローズ[41]。現：豊田鉄工[42]
- 内藤真人（110メートルハードル）
- 溝越斗夢（プロボクサー。第3代日本スーパーバンタム級ユース王者）
- 村上真由美（元ソフトボール選手）
- 室伏広治（ハンマー投オリンピック金メダリスト、スポーツ庁長官）
- 室伏由佳（円盤投、ハンマー投げ日本記録保持者）
- 山内壮馬（元プロ野球選手・投手） - 中日ドラゴンズ・東北楽天ゴールデンイーグルス
- ユウキ（元プロ野球選手・投手 / 本名：田中祐貴） - 大阪近鉄バファローズ、オリックス・バファローズ、東京ヤクルトスワローズ
- 深津英臣（バレーボール選手、ポジションセッター (バレーボール)）
- 小島亨介（プロサッカー選手、Jリーグ・柏レイソル）
- 安藤智哉（プロサッカー選手、Jリーグ・アビスパ福岡）
- 羽根田卓也（カヌー選手、リオデジャネイロオリンピックカヌー競技アジア人初のメダリスト）

## 豊田市を舞台にした作品

### アニメ
- シキザクラ[43]